# Istoria artei
- Un cal pictat pe un perete al Peșterii din Lascaux
- Venus din Brassempouy
- Venus din Milo de Alexandros din Antiohia
- Les Demoiselles d'Avignon de Pablo Picasso
- Mona Lisa de Leonardo da Vinci
- Masca lui Tutankhamon

Istoria artei se concentrează asupra obiectelor realizate de oameni în formă vizuală, cu scopuri estetice. Arta vizuală poate să fie clasificată în diverse moduri, cum ar fi separarea artelor frumoase de artele aplicate; concentrându-se inclusiv pe creativitatea umană; sau concentrându-se pe diferite suporturi ca arhitectura, sculptura, pictura, filmul, fotografia și artele grafice. În ultimii ani, progresele tehnologice au dus la arta video, cea digitală, animații, televiziune și la jocuri video.
Istoria artei este adesea povestită ca o cronologie a capodoperelor create în timpul fiecărei civilizații. Ea poate să fie astfel încadrată ca o poveste de înaltă cultură, epitomizată de Minunile Lumii. Pe de altă parte, expresiile de artă vernaculară pot să fie de asemenea integrate în narațiuni istorice ale artei, denumite arte populare sau meșteșuguri. Cu cât un istoric de artă se ocupă cu aceste ultime forme de cultură scăzută, cu atât este mai probabil ca aceștia să își identifice munca ca examinând cultura vizuală sau cultura materială sau ca contribuind la domenii legate de istoria artei, cum ar fi antropologia sau arheologia. În ultimele cazuri, obiectele de artă pot să fie denumite artefacte arheologice.

## Preistoria

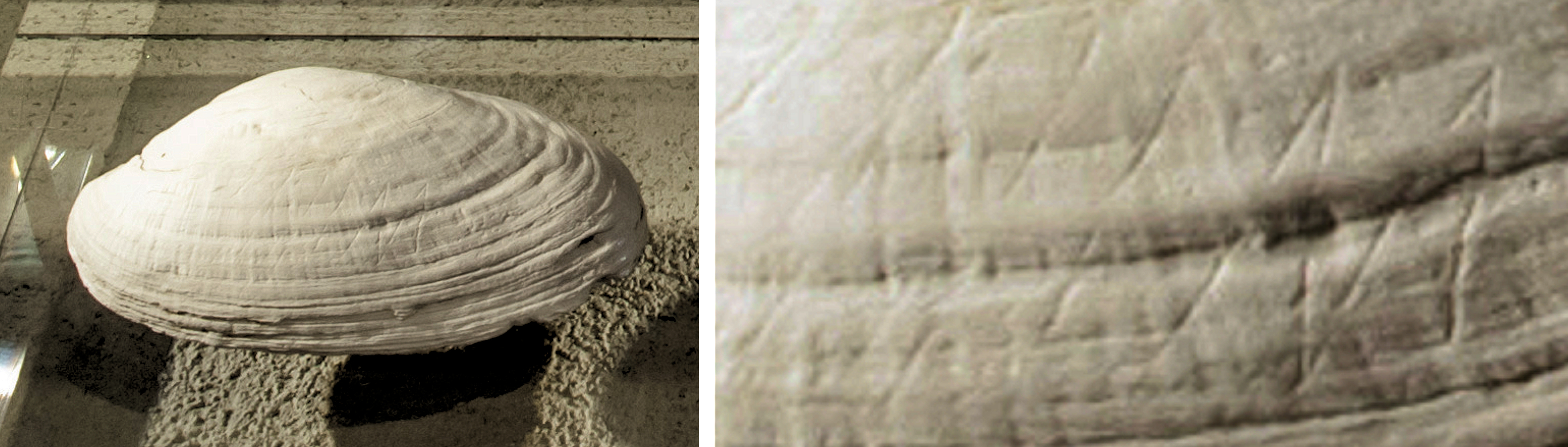
S-a susținut că scoica asta sculptată de un Homo erectus cu incizii geometrice e prima operă artă cunoscută; circa 500.000 de ani vechime; din Trinil (Java); Naturalis Biodiversity Center (Țările de Jos)

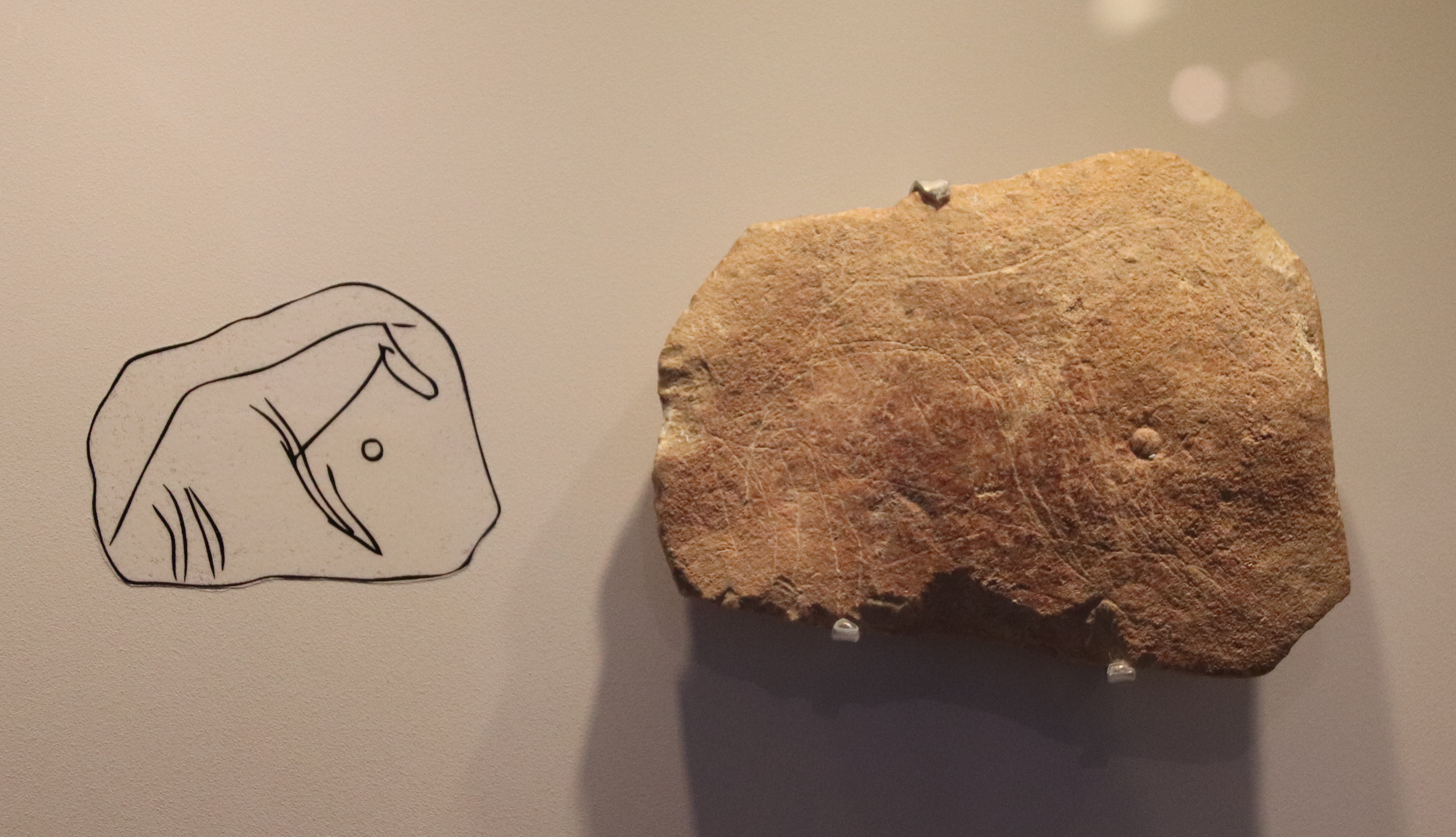
Cal sculptat și pictat cu urme ocru; circa 40.000–18.500 de ani vechime; din Peștera Hayonim; Muzeul Israel (Ierusalim). E posibil să fie una dintre cele mai timpurii manifestări artistice umane cunoscute, împreună cu urmele de ocru din Peștera Blombos din Africa de Sud

Scoicile gravate create de Homo erectus datează încă de acum 500.000 de ani, deși experții nu sunt de acord dacă aceste gravuri pot să fie clasificate în mod corespunzător drept „artă”. Au fost făcute o serie de revendicări ale artei, podoabei și structurilor neandertale, care datează de la aproximativ 130.000 înainte de prezent și sugerează că neanderthalii ar fi fost capabili de gândire simbolică, dar niciuna dintre afirmațiile astea nu este acceptată pe scară largă.
Unul dintre cele mai vechi obiecte ornamentale poate fi considerată o amuletă decorativă, realizată acum 41.500 de ani dintr-o bucată de dinte de mamut și descoperită în peștera Stajnia⁠(d) din Polonia de astăzi.

### Paleoliticul
Cea mai veche artă umană sigură care s-a găsit datează din epoca târzie a pietrei în timpul paleoliticului superior, posibil din jurul anilor 70.000 î.Hr., dar cu certitudine de la aproximativ 40.000 î.Hr., când primele opere creative au fost realizate din scoici, pietre și vopsea de Homo sapiens, folosind gândirea simbolică. În timpul paleoliticului superior (50.000-10.000 î.Hr.), oamenii au practicat vânătoarea și adunarea și au trăit în peșteri, unde s-a dezvoltat pictura peșterilor. În perioada neolitică (10.000 - 3.000 î.Hr.), a început producerea de obiecte de artizanat.
Apariția capacității creative în societățile astea timpurii exemplifică un avantaj selectiv evolutiv pentru indivizii artistici. Întrucât supraviețuirea nu depinde de producția de artă, indivizii producători de artă și-au demonstrat agenția asupra mediilor lor prin faptul că au avut timp liber pentru a crea îndatoririle lor esențiale, cum ar fi vânătoarea și adunarea. Acești artiști preliminari erau rari și „foarte dotați” în comunitățile lor. Ei au indicat progrese în cunoaștere și înțelegerea simbolismului.
Cu toate astea, primele artefacte umane care prezintă dovezi de lucrătură cu un scop artistic sunt subiectul unor dezbateri. Este clar că o astfel de manoperă a existat în urmă cu 40.000 de ani în epoca Paleoliticului Superior, chiar dacă este foarte posibil să fi început mai devreme.
Manifestările artistice ale paleoliticului superior au atins apogeul în perioada magdaleniană (± 15.000 - 8.000 î.Hr.). Această creștere a rezultatelor creative este cunoscută sub numele de „Revoluția paleoliticului superior” sau „Explozia creatoare”. Arta supraviețuitoare din această perioadă include mici sculpturi în piatră sau oase și picturi din peșteri. Primele urme de obiecte făcute de oameni au apărut în sudul Africii, în Marea Mediterană de Vest, în Europa Centrală și de Est (Marea Adriatică), Siberia (lacul Baikal), India și Australia. Aceste prime urme sunt, în general, piatră lucrată (silex, obsidian), lemn sau unelte făcute din oase.  
Pentru pigmentul roșu, s-a folosit oxid de fier. Culoarea, modelul și asemănarea vizuală sunt componente ale artei paleolitice. Modelele folosite includ zig-zaguri, cruciulițe și linii paralele.
Au fost descoperite picturi rupestre în regiunea franco-cantabră. Există imagini abstracte, precum și imagini naturaliste. Picturile rupestre au reprezentat simbolic activitățile care au necesitat participanții învățați - au fost folosite ca instrumente de predare și au prezentat o nevoie crescută de comunicare și abilități specializate pentru oamenii timpurii. Animale au fost pictate în peșterile din Altamira, Trois Frères, Chauvet și Lascaux. Sculptura este reprezentată de așa-numitele figurine Venus, figurine feminine care ar fi putut să fie folosite în cultele fertilității, cum ar fi Venus din Willendorf. Există o teorie conform căreia figurinele astea ar fi fost făcute de femei ca expresii ale propriului corp. Alte lucrări reprezentative din această perioadă sunt Omul din Brno și Venus din Brassempouy.
O funcție a artei paleolitice a fost cea magică, fiind folosită în ritualuri. Artiștii paleolitici erau oameni deosebiți, respectați în comunitate, deoarece operele lor de artă erau legate de credințele religioase. În acest fel, artefactele erau simboluri ale anumitor zeități sau spirite.

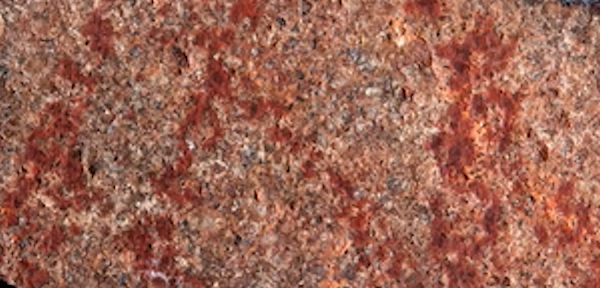
Posibul „cel mai vechi desen făcut de mâini umane”, descoperit în Peștera Blombos din Africa de Sud. Estimat ca fiind vechi de 73.000 de ani
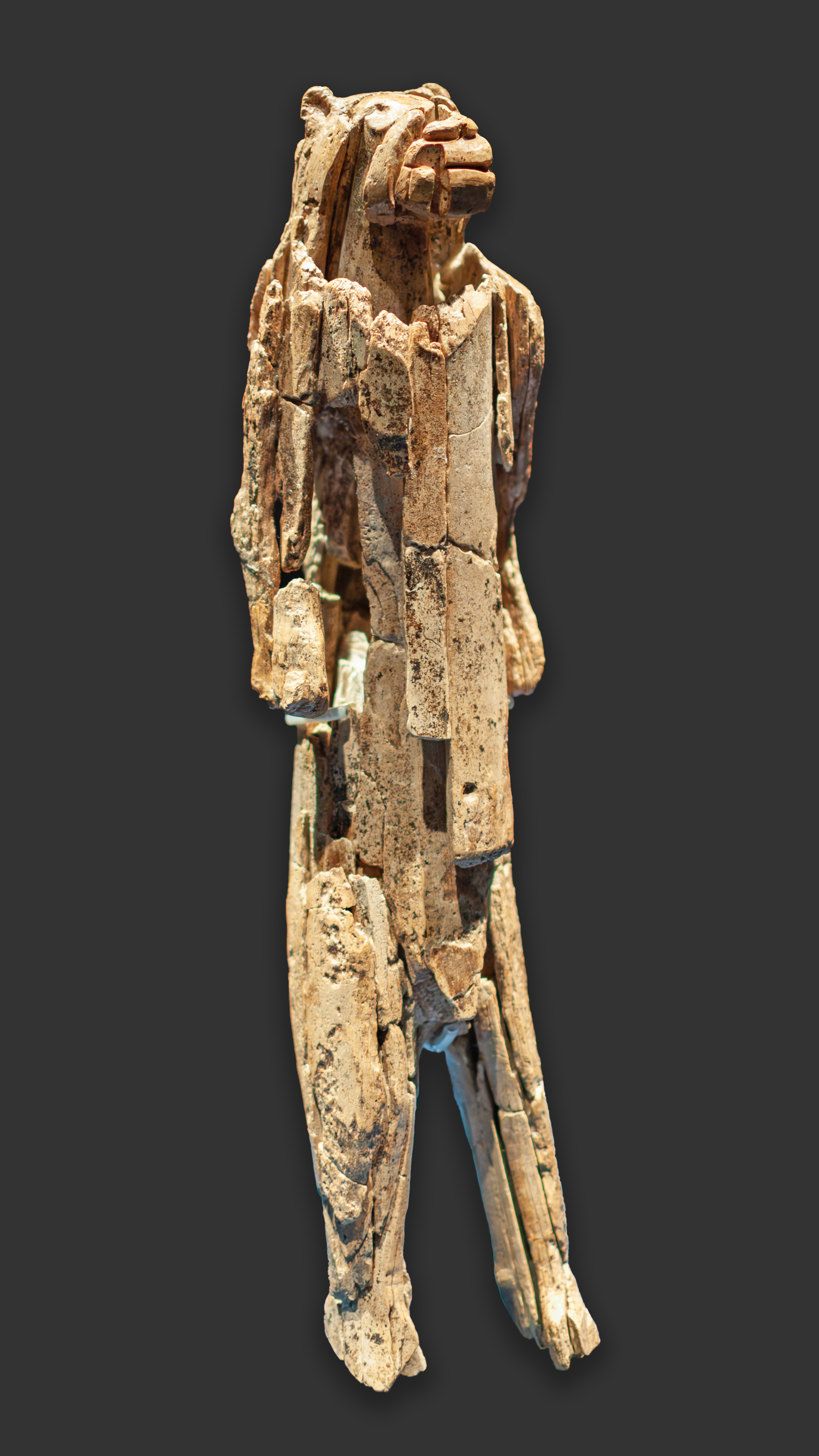
Omul-leu sau Löwenmensch; c. 35.000-40.000 î.Hr.; fildeș de mamut; Muzeul Ulm (Germania)
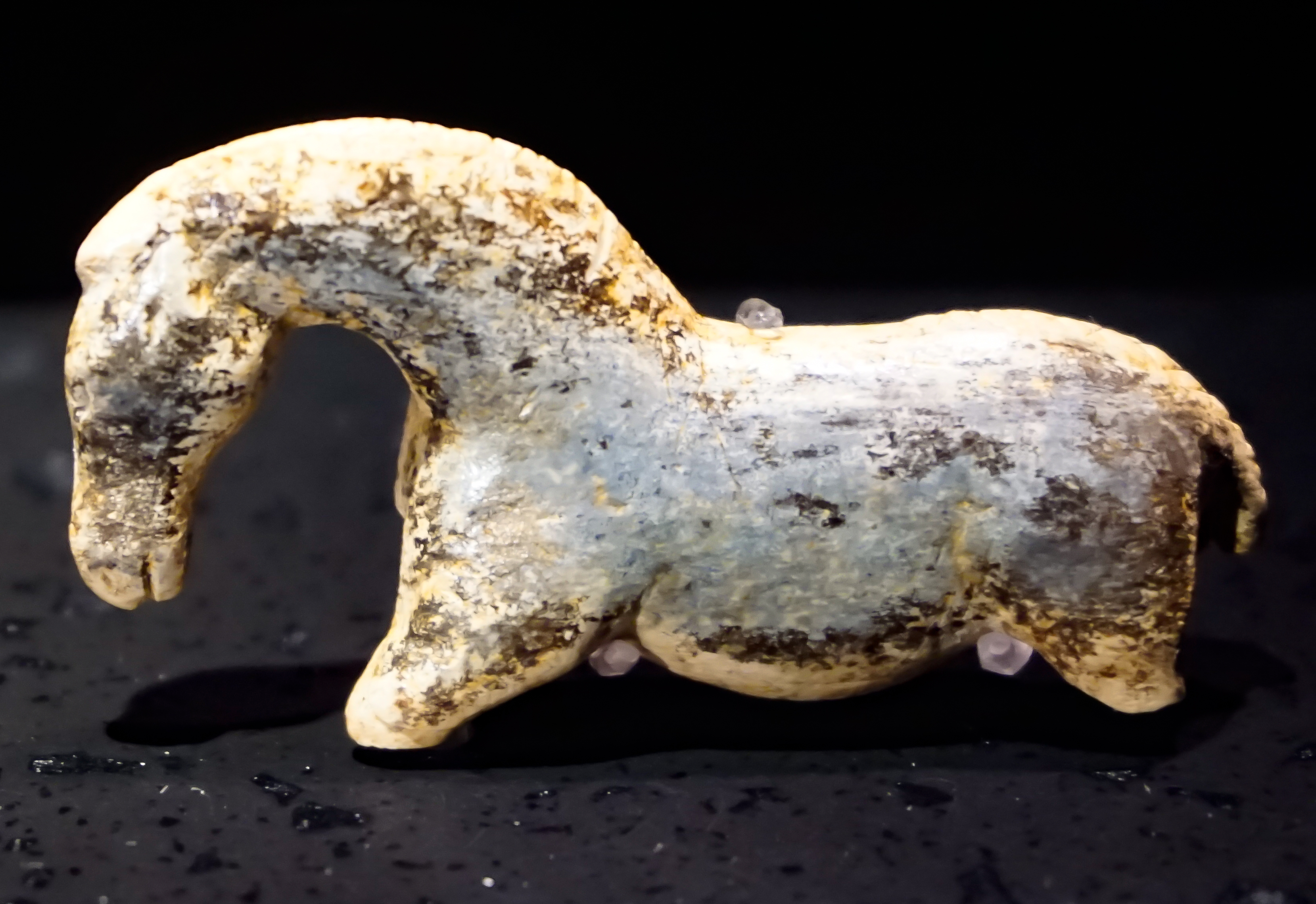
Calul Vogelherd; c. 34.000-31.000 î.Hr.; fildeș de mamut; lungime: 5 cm; Arheologie Protoistorică și Medievală, Universitatea din Tübingen (Germania)
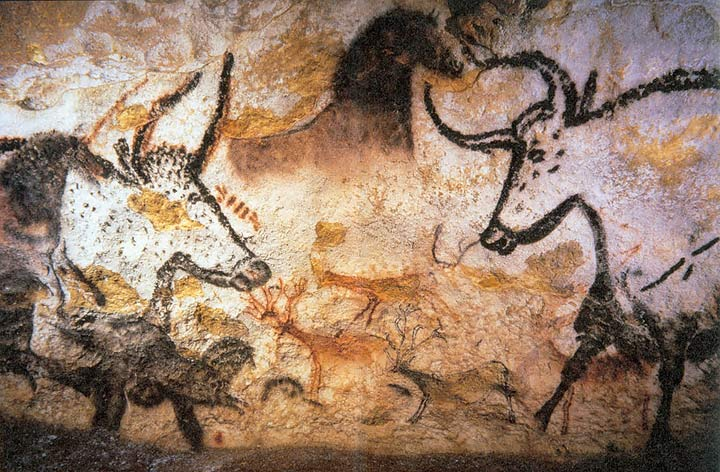
Picturi rupestre în Peștera din Lascaux (Montignac, Dordogne, Franța)
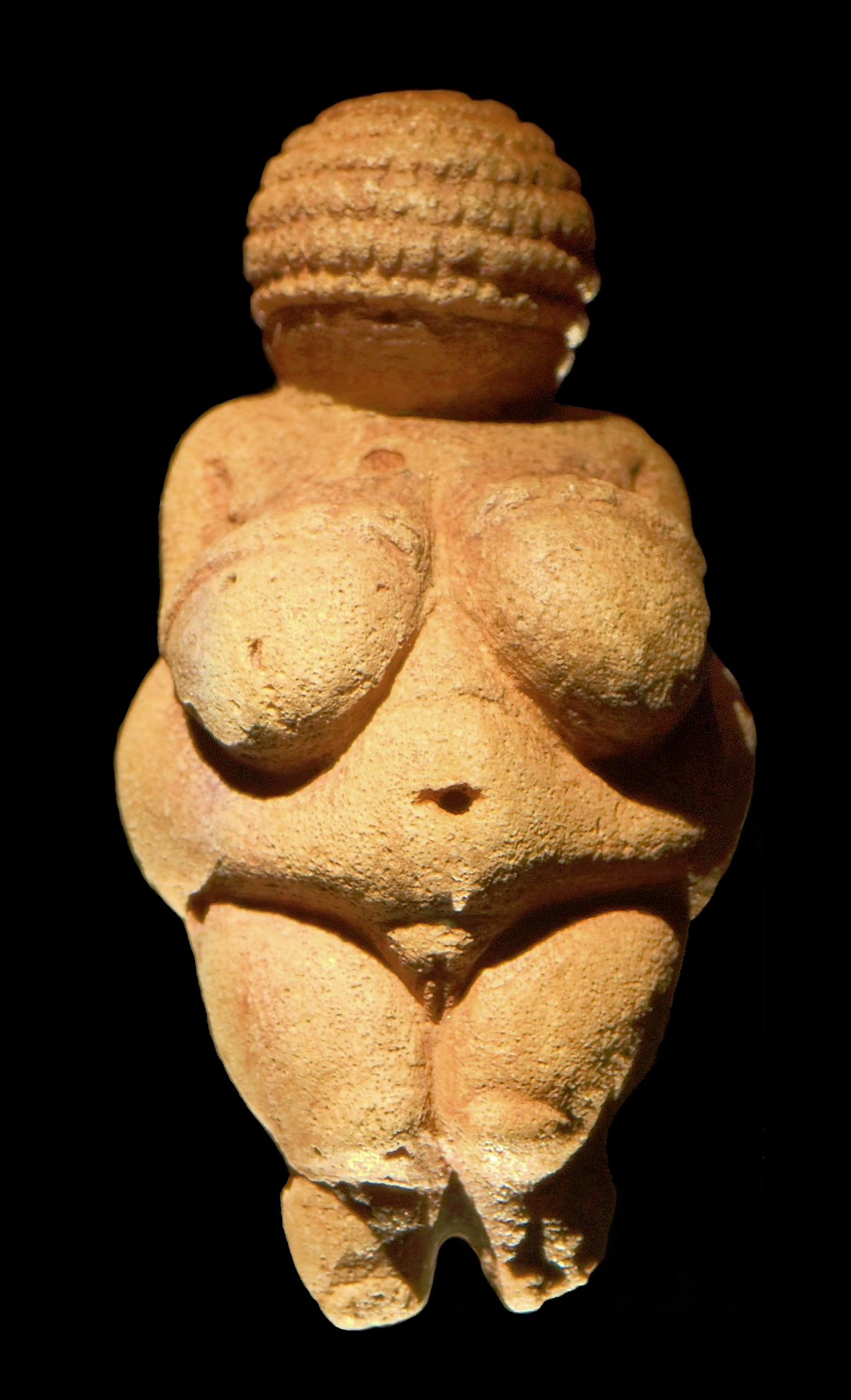
Venus din Willendorf; c. 26.000 î.Hr.; calcar colorat cu ocru; Muzeul de Istorie Naturală din Viena (Austria)
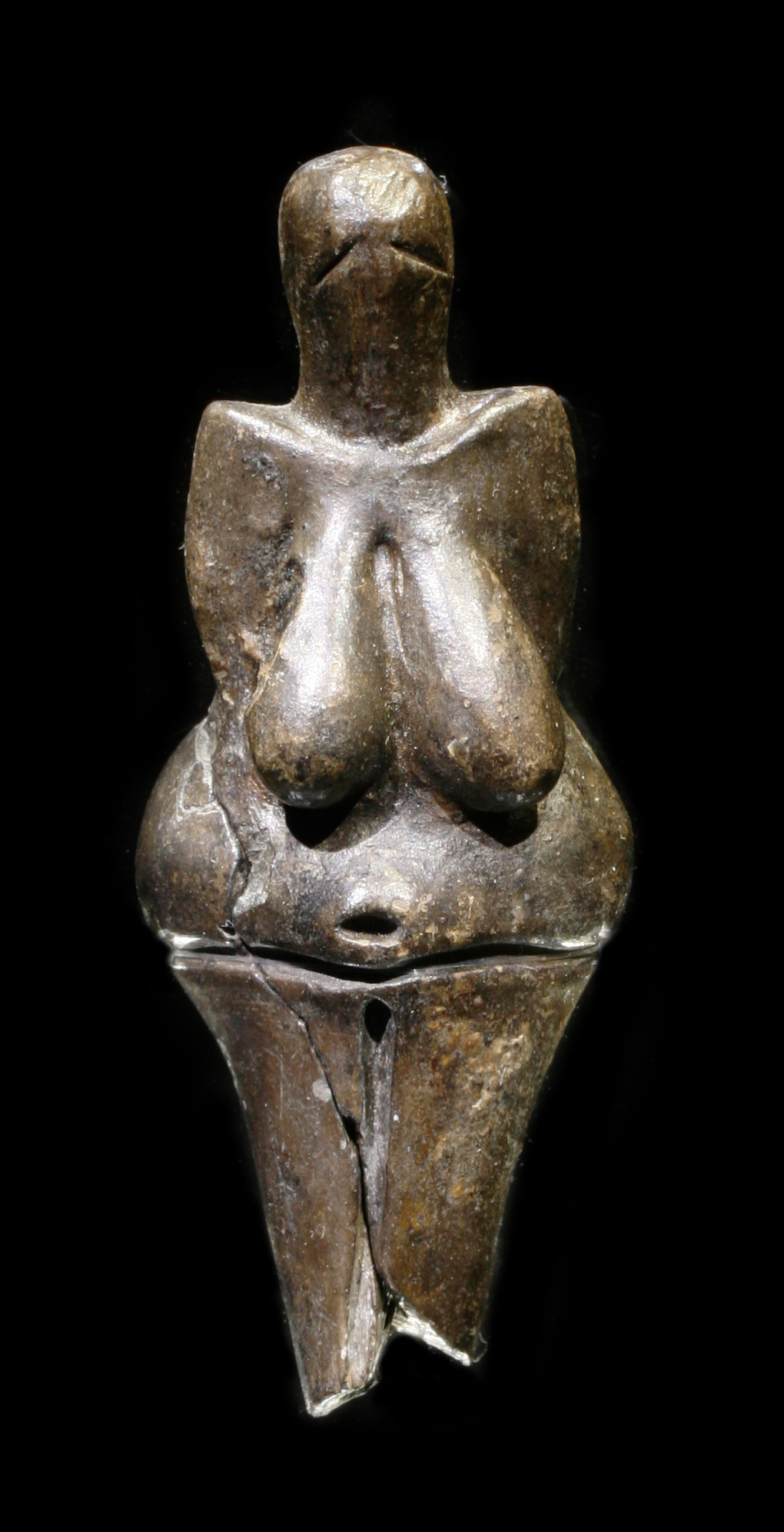
Venus din Dolní Věstonice; c. 26.000 î.Hr.; ceramică arsă; înălțime: 11,5 cm; Muzeul Morav (Brno, Cehia)
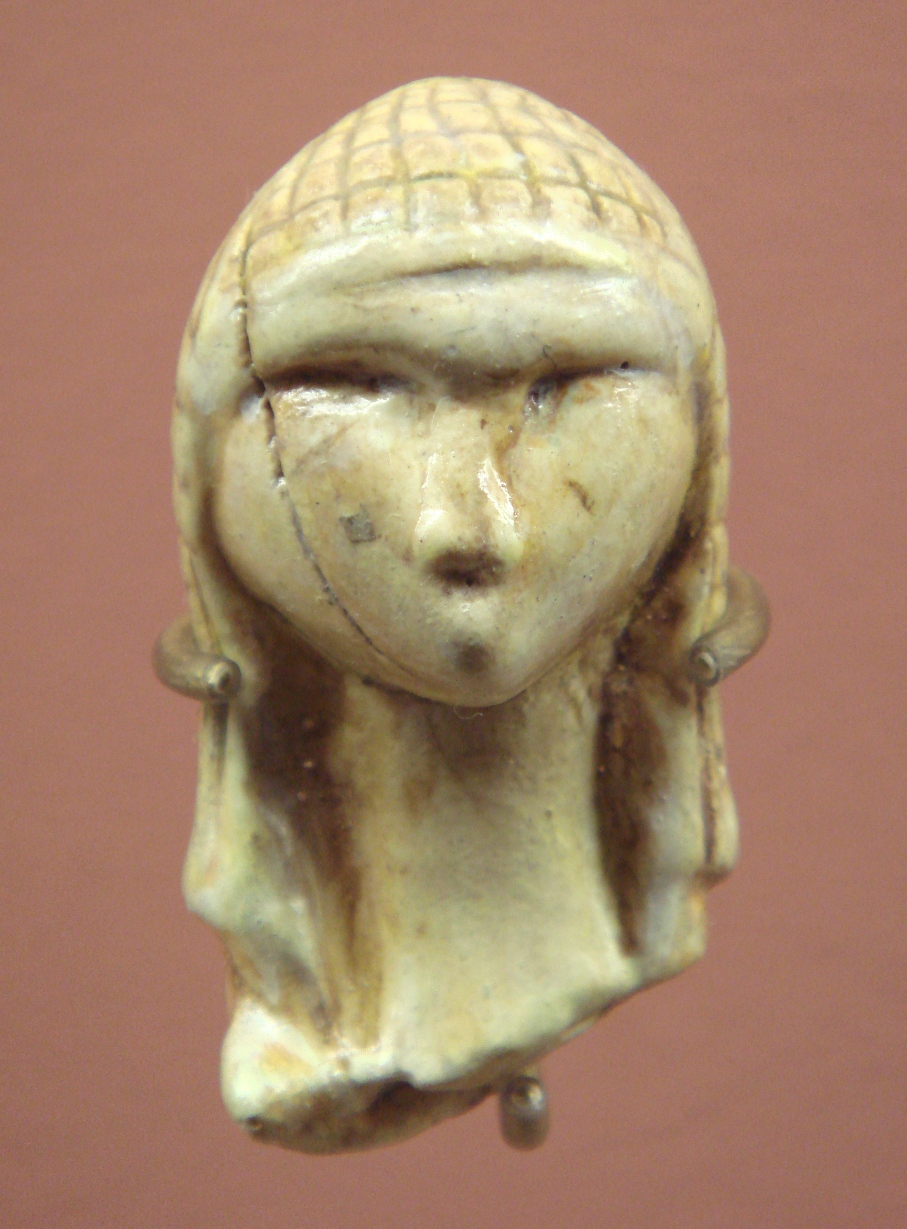
Venus din Brassempouy; c. 23.000 î.Hr.; fildeș de mamut; înălțime: 3,5 cm; Muzeul Național de Arheologie al Franței (Saint-Germain-en-Laye, Franța)
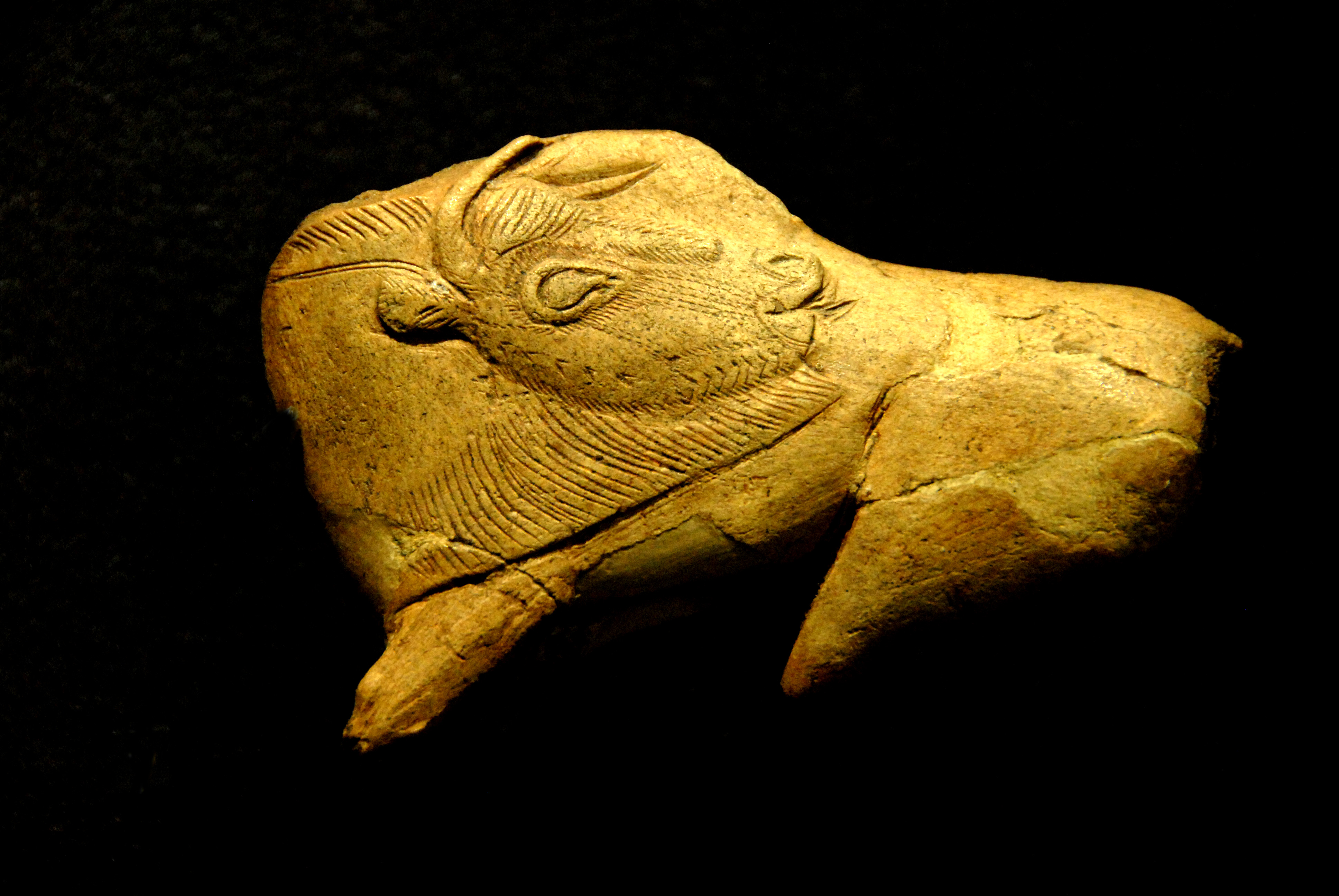
Bizon Lingând O Înțepătură de Insectă; 15.000–13.000 î.Hr.; os de cerb; Muzeul Național de Preistorie (Les Eyzies-de-Tayac-Sireuil, Franța)

### Mezoliticul

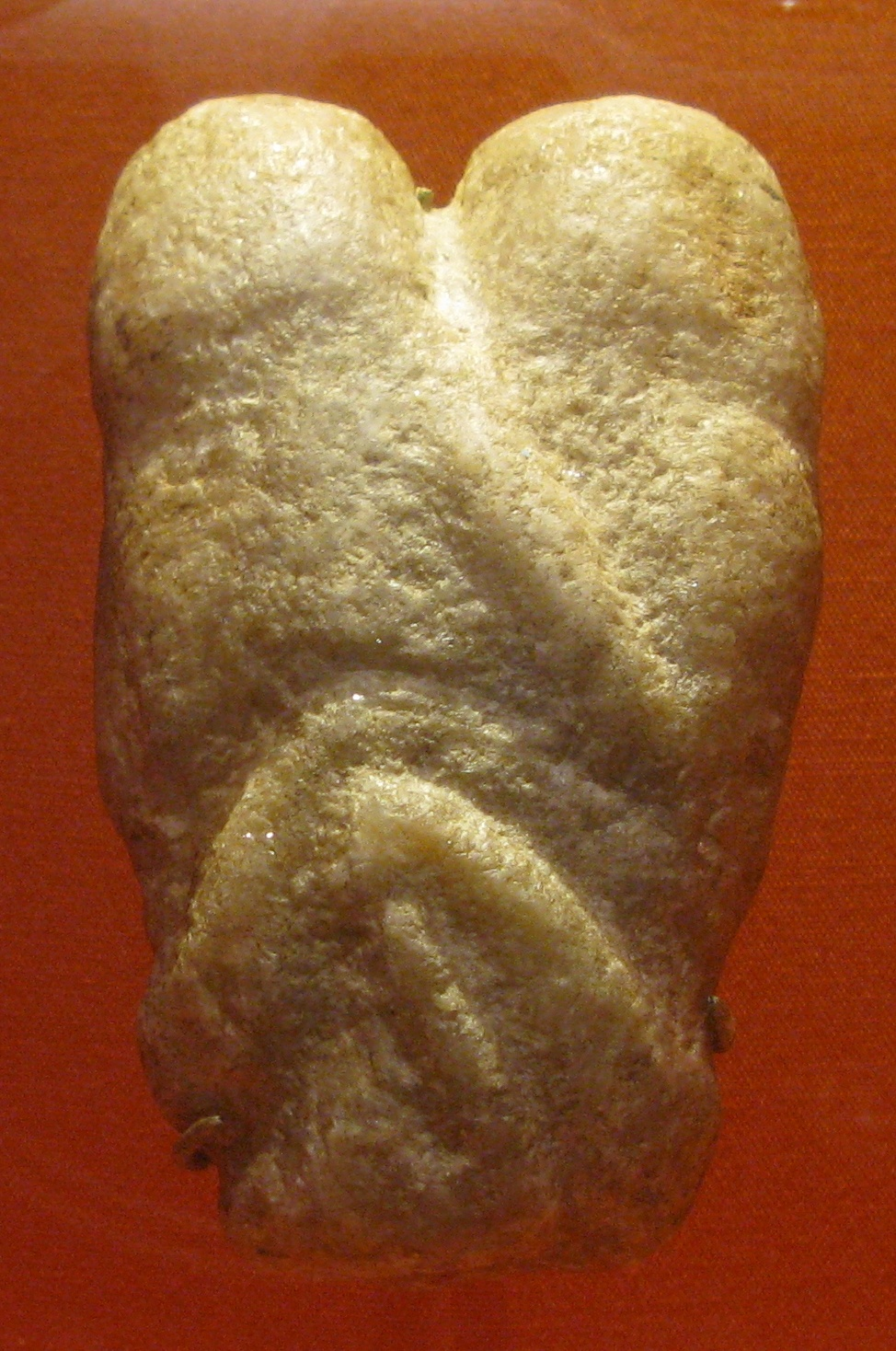
Îndrăgostiții din Ain Sakhri; circa 9.000 î.Hr.; calcit; înălțime: 10,2 cm, lățime: 6,3 cm; din Ain Sakhri (în apropiere de Betleem, Israel); British Museum (Londra)

În arheologia Lumii Vechi, mezoliticul (greacă: μέσος, mesos „mijloc”; λίθος, lithos „piatră”) este perioada dintre paleoliticul superior și neolitic. Termenul „epipaleolitic” este adesea folosit ca sinonim, în special în afara Europei de Nord și pentru perioada corespunzătoare în Levant și Caucaz. Mezoliticul are diferite perioade în diferite părți ale Eurasiei. Se referă la perioada finală a culturilor vânătorilor-culegători din Europa și Asia de Vest, între sfârșitul Ultimului Maxim Glacial și Revoluția Neolitică. În Europa se întinde între 15.000 și 5.000 î.Hr., iar Ordintul Mijlociu din aproximativ 20.000 până în 8.000 î.Hr. Termenul e mai puțin folosit în zonele din est, și deloc dincolo de Eurasia și Africa de Nord.

### Neoliticul
Perioada neolitică a început în jur de 10.000 î.Hr. Arta rupestră din bazinul mediteranean iberic - datată între epoca mezolitică și cea neolitică - conținea picturi mici, schematice, ale unor figuri umane, cu exemple notabile în El Cogul, Valltorta, Alpera și Minateda.
Pictura neolitică seamănă cu cele găsite în nordul Africii (Munții Atlas din Sahara) și în zona modernă a Zimbabwe-ului. Pictura neolitică este adesea schematică, realizată cu mișcări de bază (bărbați sub formă de cruce și femei în formă triunghiulară). Există, de asemenea, picturi rupestre la râul Pinturas din Argentina, în special în Cueva de las Manos. În arta portabilă, a fost produs un stil numit ceramica Cardium, decorat cu amprente de cochilii. Au fost folosite materiale noi în artă, cum ar fi chihlimbarul, cristalul și jaspul. În perioada asta, au apărut primele urme ale planificării urbane, cum ar fi rămășițele de la Tell as-Sultan (Ierihon), Jarmo (Irak) și Çatalhöyük (Anatolia). În Europa de Sud-Est au apărut multe culturi, cum ar fi cultura Cucuteni (din România, Republica Moldova și Ucraina), și cultura Hamangia (din România și Bulgaria). Alte regiuni cu multe culturi sunt China, cele mai notabile fiind cultura Yangshao și cultura Longshan; și Egipt, cu cea badariană, si culturile Naqada I, II și III.
Materialele comune ale sculpturilor neolitice din Anatolia sunt fildeșul, piatra, lutul și osul. Multe sunt antropomorfe, în special cele feminine, zoomorfe fiind rare. Figurinele feminine sunt atât grase, cât și subțiri. Sculpturi atât zoomorfe, cât și cele antropomorfe au fost descoperite în Siberia, Afganistan, Pakistan și China.

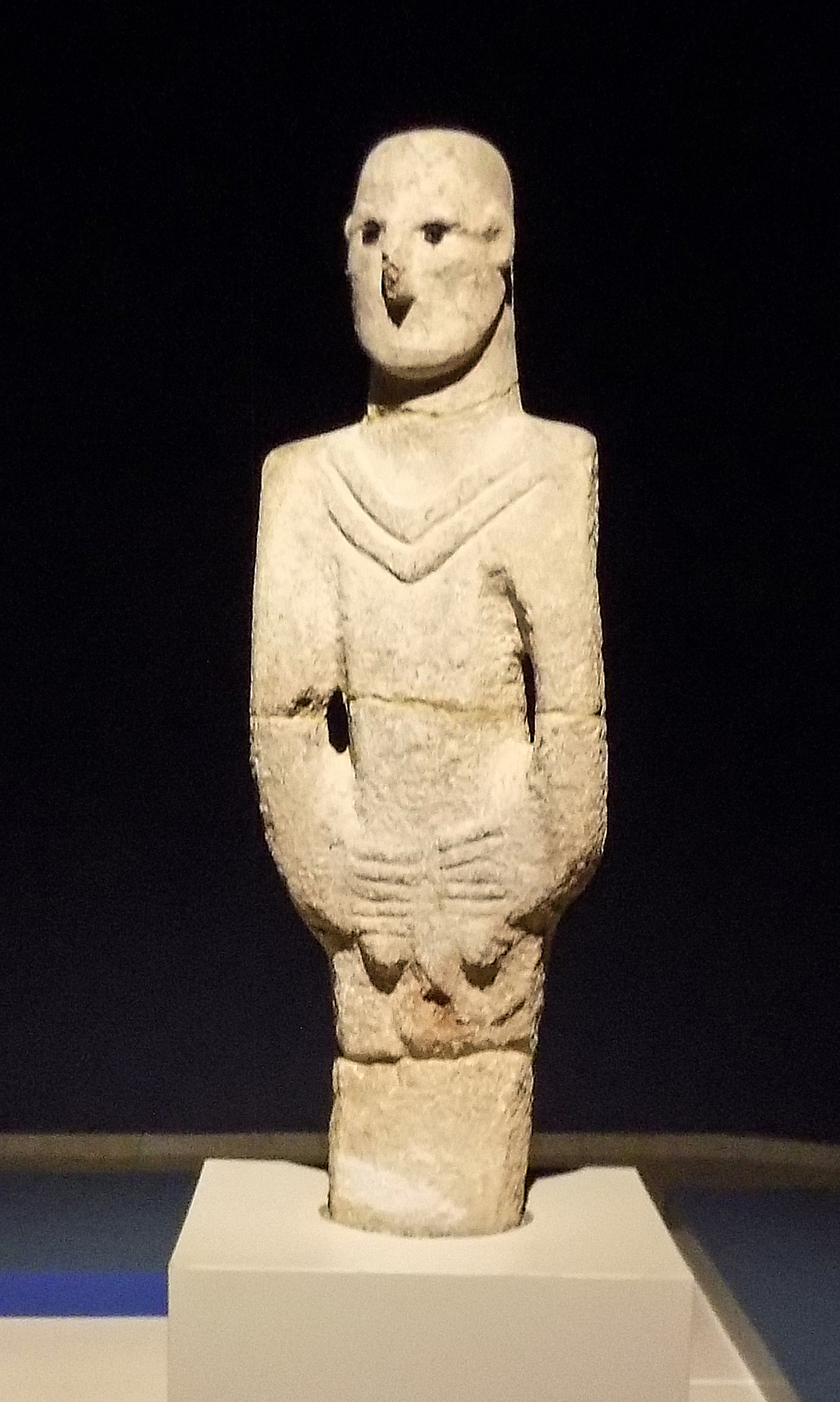
Omul din Urfa; c. 9000 î.Hr,; gresie; înălțime: 1,8 m; din actuala Turcie; Muzeul Arheologic din Şanlıurfa (Şanlıurfa, Turcia)
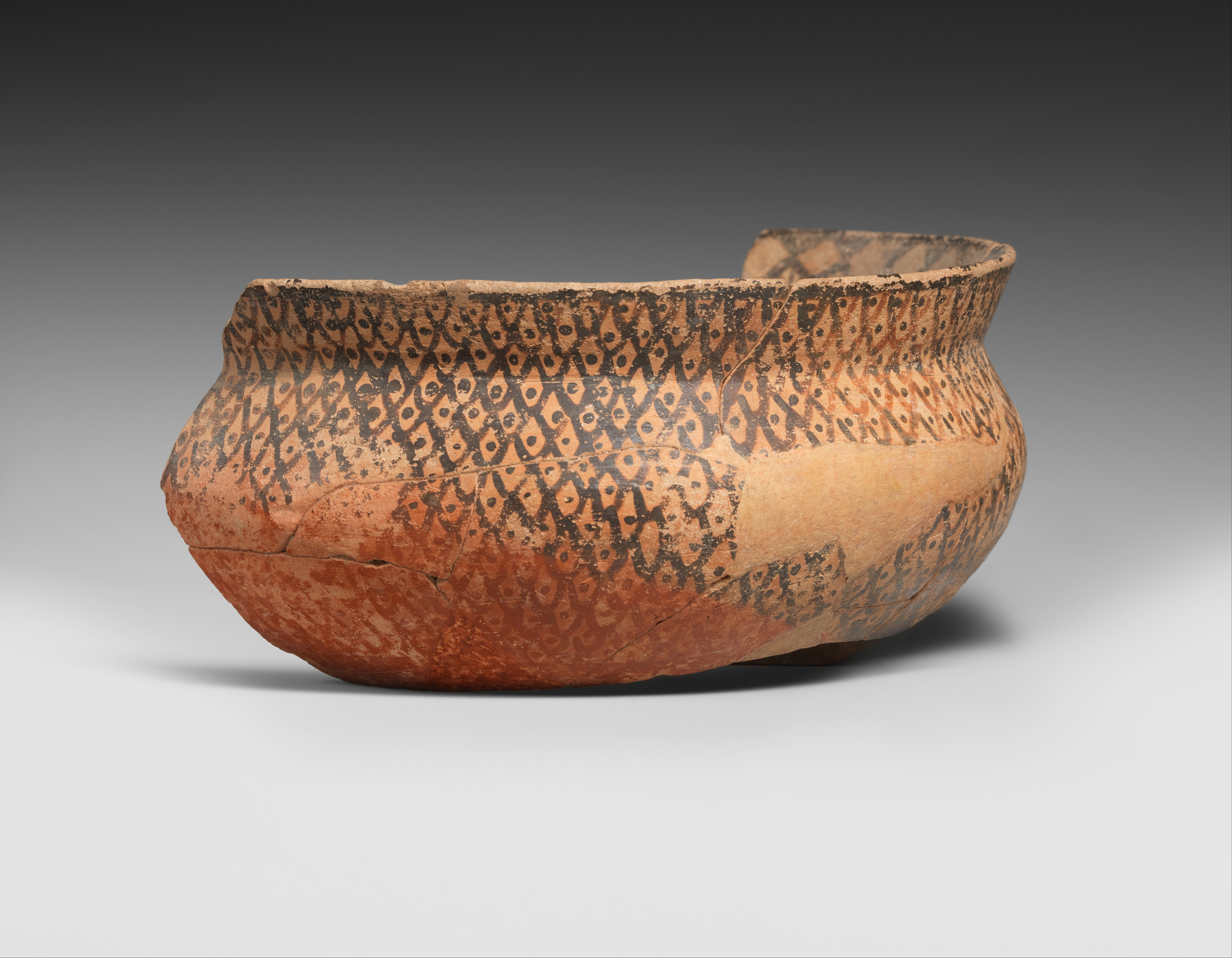
Fragment de bol; al culturii Halaf fin Mesopotamia; 5600-5000 î.Hr,; cermaică; 8.2 cm; Muzeul Metropolitan de Artă (New York City)
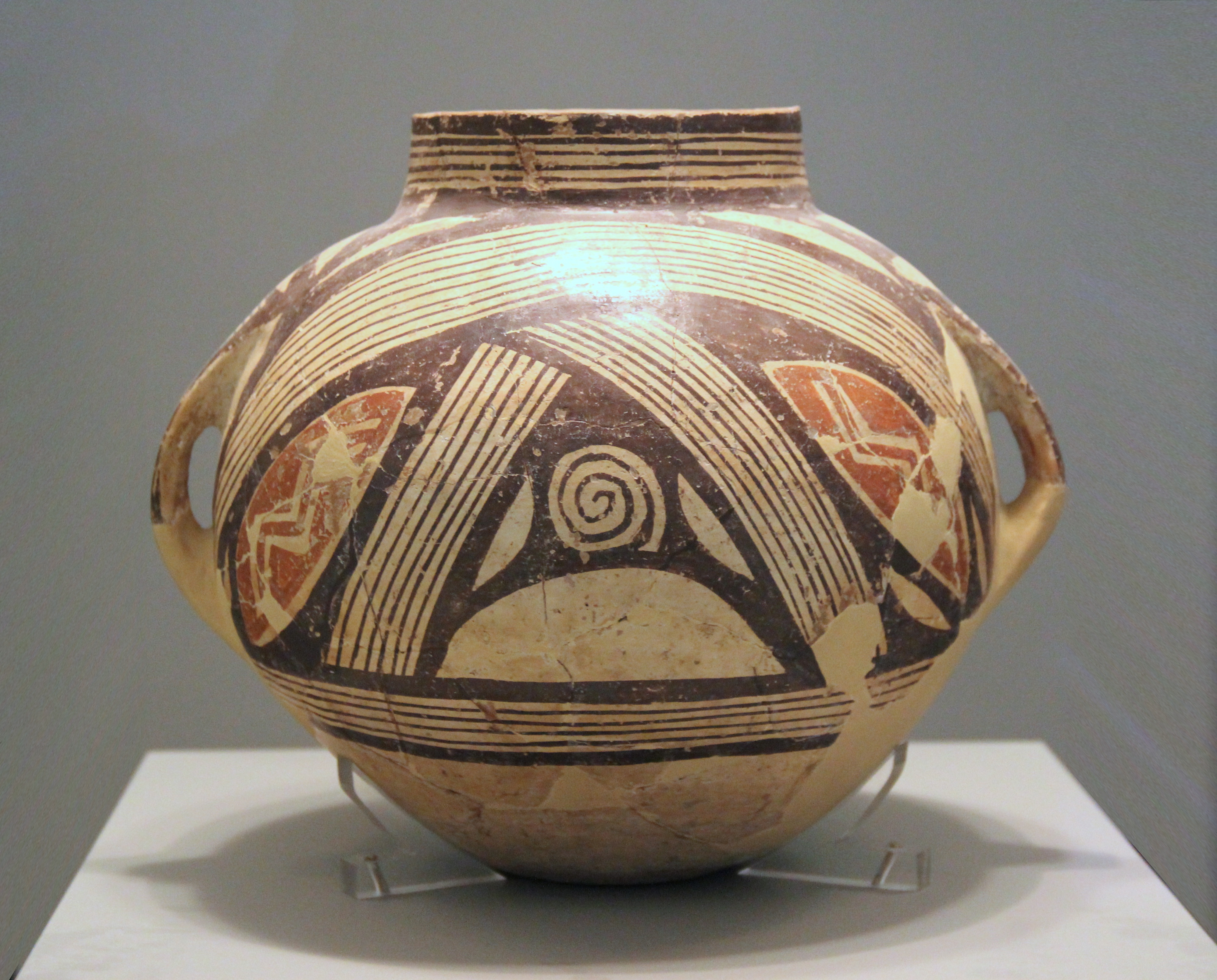
Vas; al culturii Dimini din Grecia; 5300-4800 î.Hr.; ceramică; înălțime: 25 cm, diametrul la buză: 12 cm; Muzeul Național de Arheologie (Atena)
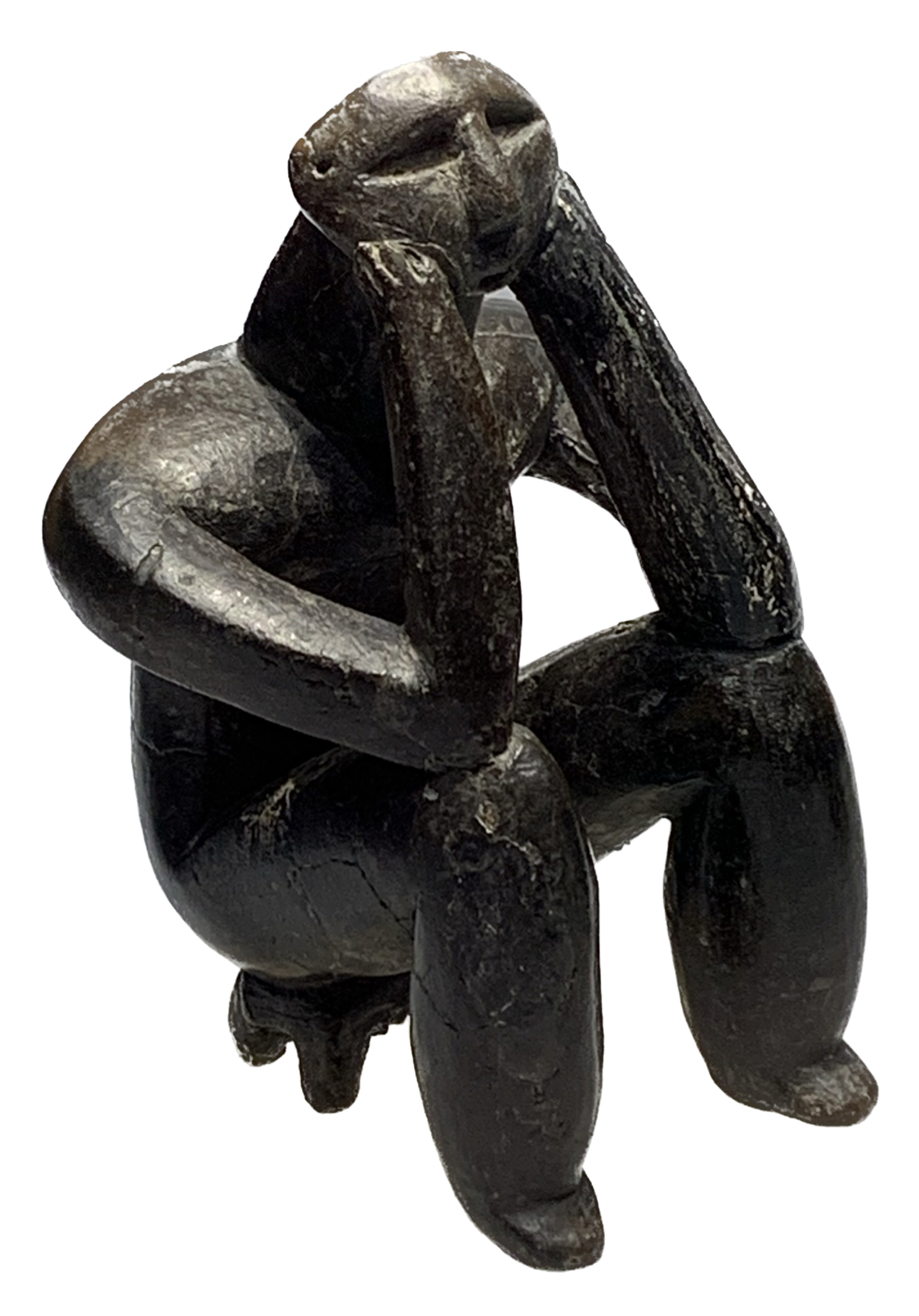
Gânditorul; al culturii Hamangia din România; c. 5000 î.Hr.; teracotă; înălțime: 11,5 cm; Muzeul Național de Istorie a României (București)
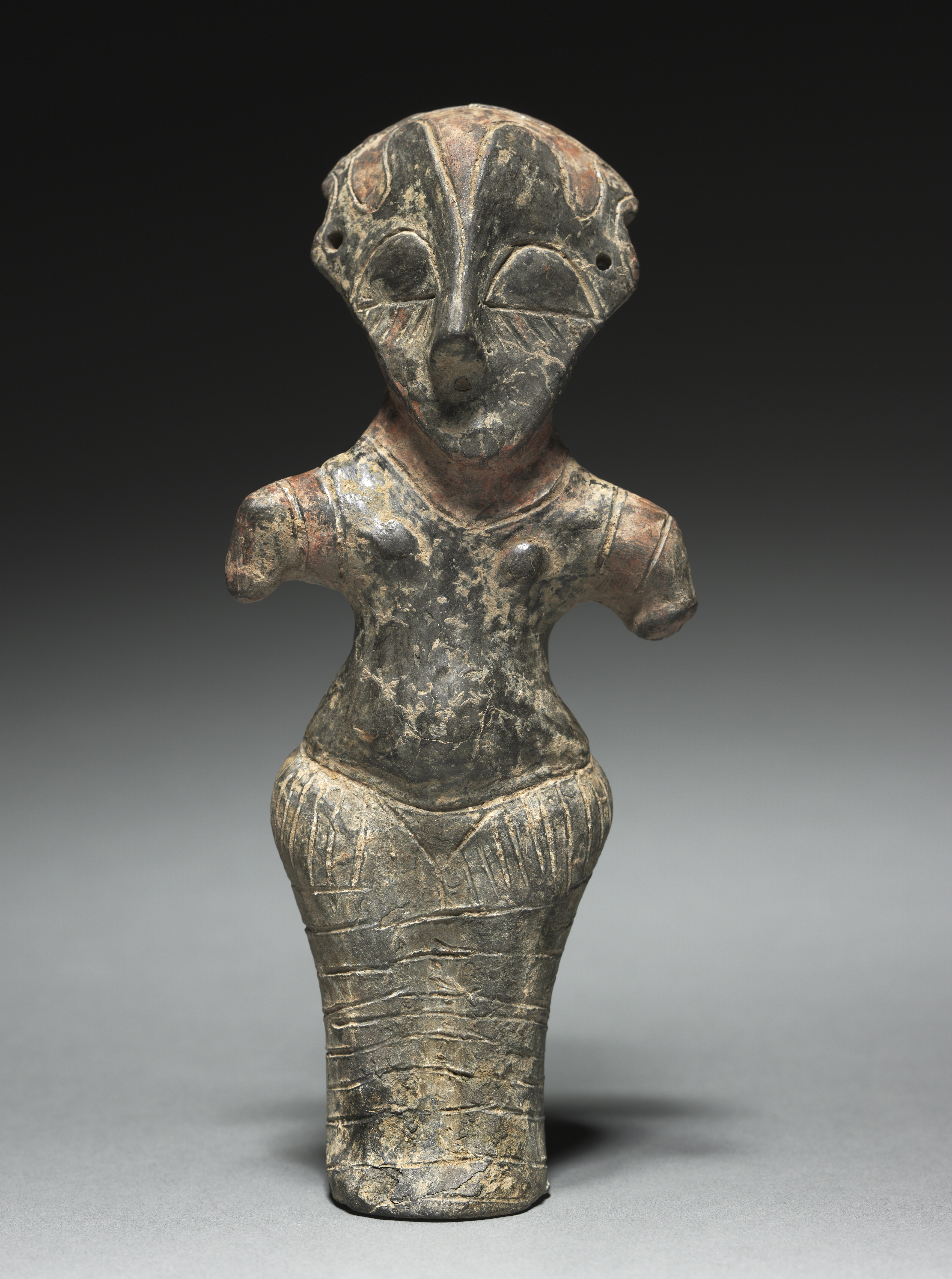
Figurină feminină; al culturii Vinča din Serbia; 4500-3500 î.Hr.; lut ars și pictat; per ansamblu: 16,1 cm; Muzeul de Artă din Cleveland (Cleveland, Ohio, SUA)
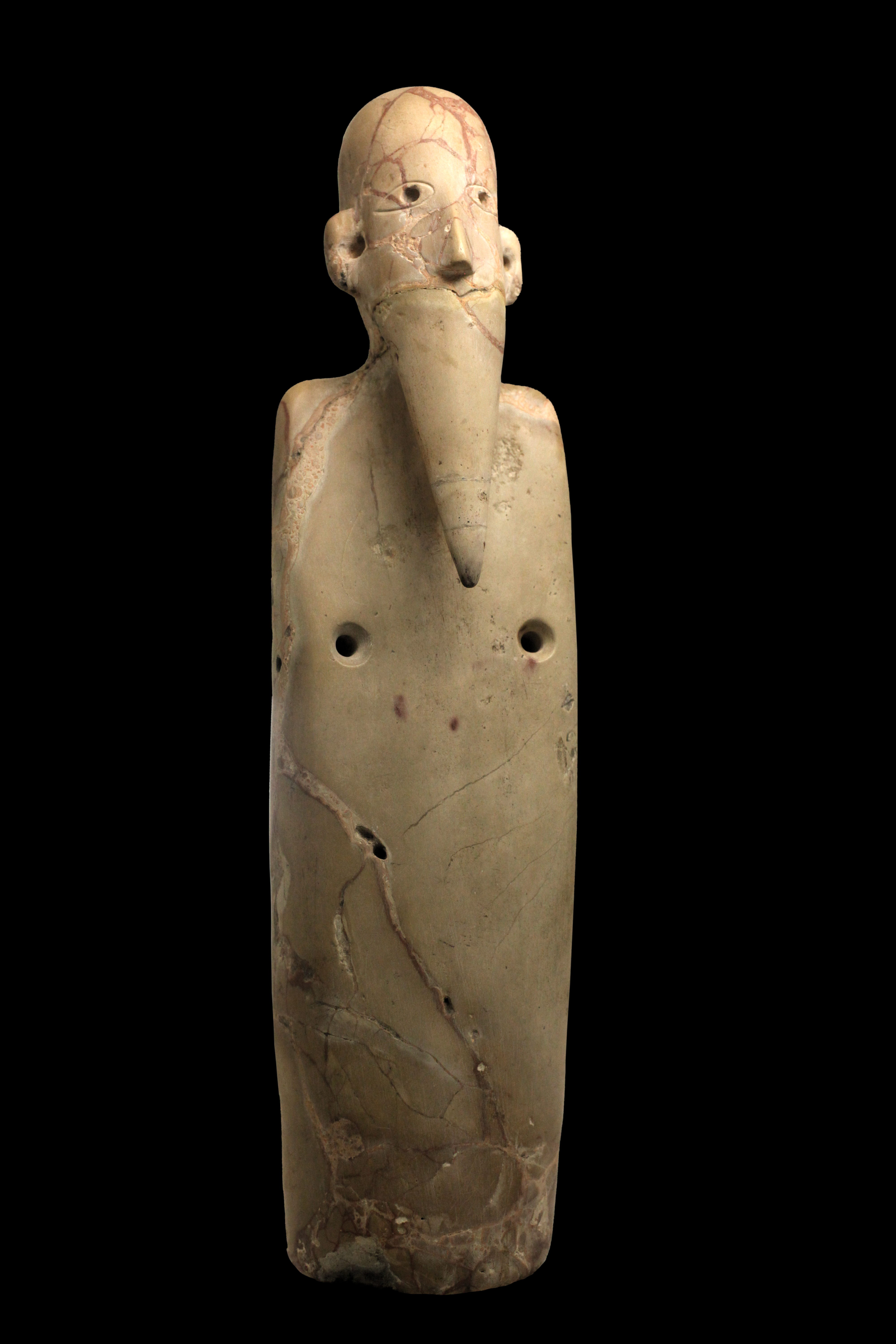
Figurina unui om cu barbă; al culturii Naqada I din Egipt; 3800-3500 î.Hr.; brecie; din Egiptul de Sus; Musée des Confluences (Lyon, Franța)
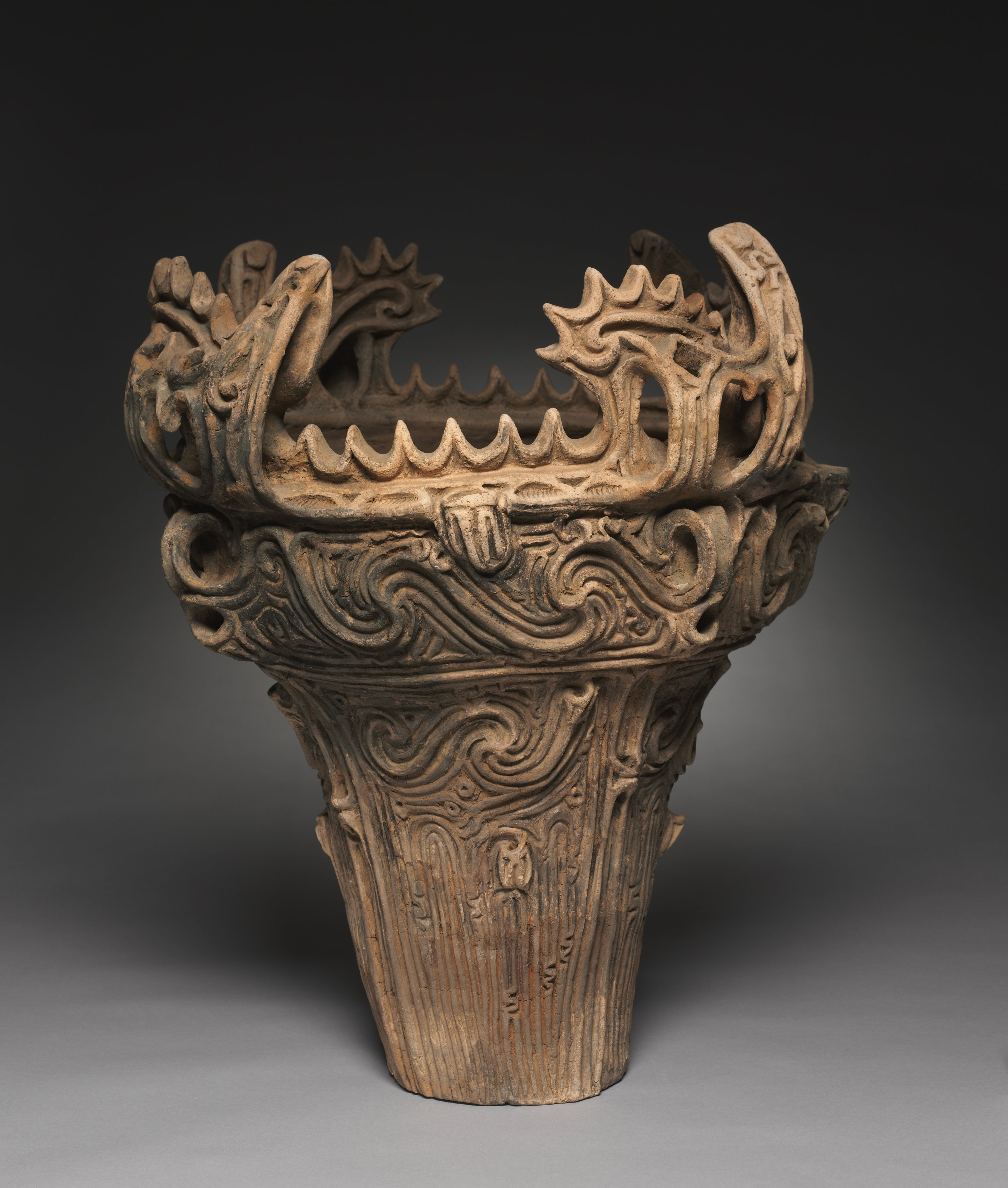
Vas în „stilul cu flăcări”; din perioada Jōmon a Japoniei; c. 2750 î.Hr.; ceramică cu ornamente decorate și aplicate; înălțime: 61 cm, diametru: 55,8 cm; Muzeul de Artă din Cleveland
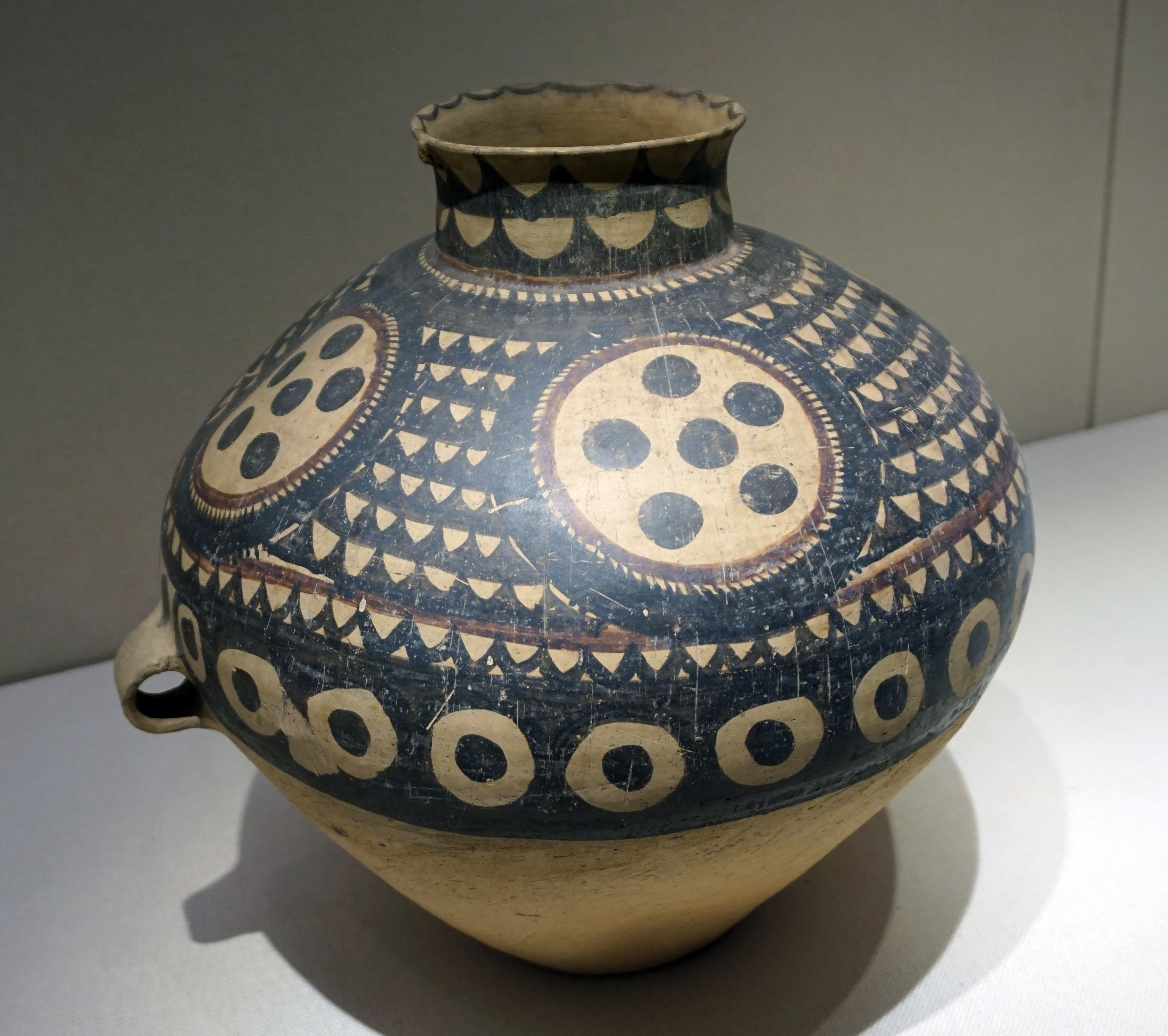
Vas; al culturii Yangshao din China; 2700–2300 î.Hr.; Muzeul Provinciei Gansu (Lanzhou; China)

### Epoca metalelor

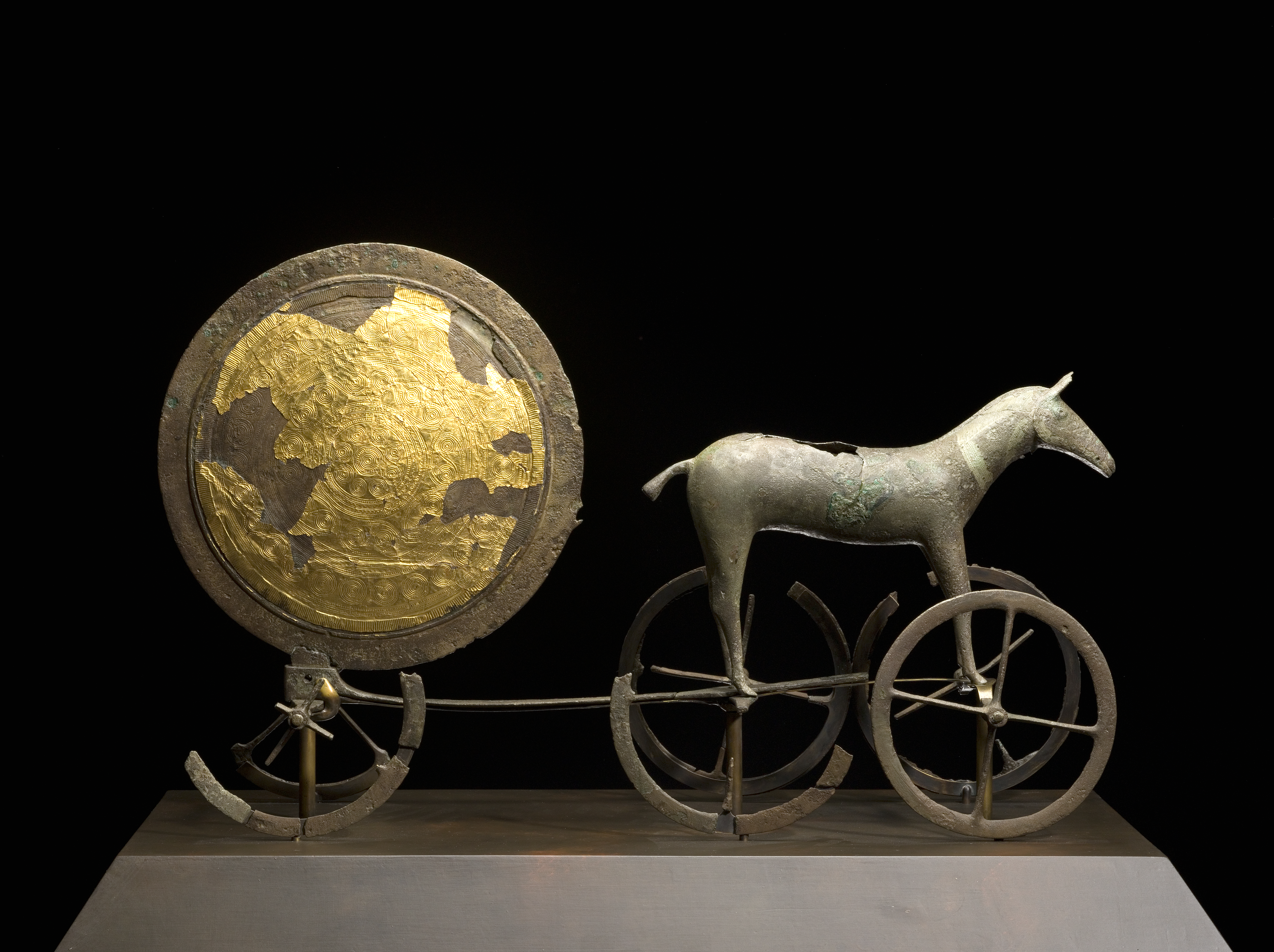
Carul din Trundholm; c. 1400 î.Hr.; bronz placat cu aur; înălțime: 35 cm, lățime: 54 cm; Muzeul Național al Danemarcări (Copenhaga)

Ultima fază preistorică e Epoca Metalelor (sau sistemul celor trei epoci), timp în care folosirea cuprului, bronzului și fierului a transformat societățile antice. Când oamenii puteau să prelucreze metale, ustensile metalice ar putea să fie folosite pentru producerea de noi unelte, arme și artă.
În calcolitic (epoca cuprului) au apărut megaliții. Exemple includ dolmenul, și menhirul, așa cum se observă în complexele de la Newgrange și Stonehenge. În Spania, s-a format cultura Los Millares. În Malta, complexele de temple sunt formate din Haġar Qim, Mnajdra, Tarxien și Ġgantija au fost construite. În Insulele Baleare, s-au dezvoltat culturi megalitice notabile, cu diferite tipuri de monumente: naveta, un mormânt în formă de piramidă trunchiată, cu o cameră de înmormântare alungită; taula, două pietre mari, una pusă vertical și cealaltă orizontală una deasupra celeilalte; și talaiotul, un turn cu o cameră acoperită și o cupolă falsă.
În Epoca Fierului, au apărut în Europa culturile Hallstatt (în Austria) și La Tène (în Elveția)  Prima s-a dezvoltat între secolele al VII-lea și al V-lea î.Hr., prezentată de necropole cu morminte tumulare și o cameră de înmormântare din lemn sub forma unei case, adesea însoțită de un cărucior pe patru roți. Ceramica e policromă, cu ornamente geometrice și accesorii metalice. La Tène s-a dezvoltat între secolele al V-lea și al IV-lea î.Hr., și e mai cunoscută cu numele de „arta celtică timpurie”. A produs multe obiecte de fier, cum ar fi săbii și sulițele, care nu au supraviețuit bine până în anii 2000 din cauza ruginii.
Epoca Bronzului se referă la perioada în care bronzul era cel mai bun material disponibil. Bronzul era folosit pentru scuturi, fibule și alte obiecte foarte decorate, cu diferite etape de evoluție a stilului. Ornamentația a fost influențată de arta greacă, etruscă și scită.

## Antichitatea

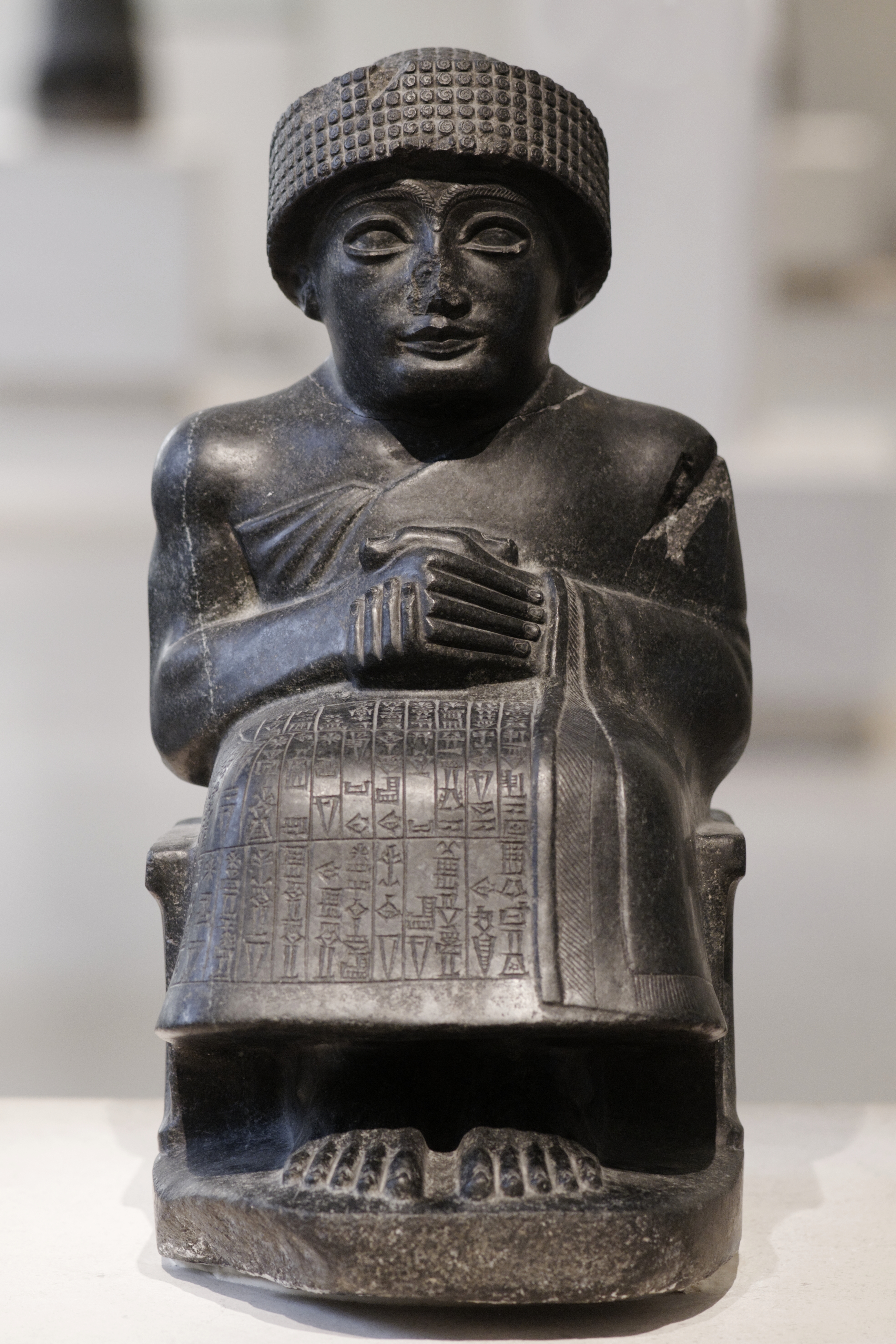
Statuia I a lui Gudea, dedicată zeului Ningishzida; 2120 î.Hr. (perioada neo-sumeriană); diorit; înălțime: 46 cm, lățime: 33 cm, adâncime: 22,5 cm; Luvru

În prima perioadă a istoriei înregistrate, arta a coincis cu scrierea. Au apărut marile civilizații ale Orientului Apropiat: Egiptul și Mesopotamia. La nivel global, în perioada asta, primele mari orașe au apărut în apropierea râurilor majore: Nilul, Tigrul și Eufratul, Ind și Fluviul Galben.
Unul dintre marile progrese ale acestei perioade a fost scrierea, care a fost dezvoltată din tradiția comunicării folosind imagini. Prima formă de scriere au fost simbolurile Jiahu din China neolitică, dar prima scriere adevărată a fost cea cuneiformă, apărut în Mesopotamia c. 3500 î.Hr., scrisă pe tăblițe de lut. S-a bazat pe baza elementelor pictografice și ideografice, în timp ce sumerienii au dezvoltat mai târziu silabe pentru scriere, reflectând fonologia și sintaxa limbii sumeriene. În Egipt, scrierea hieroglifică a fost dezvoltată folosind și imagini, apărând pe opere de artă cum ar fi Paleta lui Narmer (3.100 î.Hr.). Civilizația de pe Valea Indului a sculptat sigilii cu texte scurte și decorate cu reprezentări ale animalelor și oamenilor. Între timp, olmecii au sculptat capete colosale și au decorat alte sculpturi cu propriile lor hierglife. În perioadele astea, screfea era accesibilă doar elitelor.

### Mesopotamia
Arta mesopotamiană s-a dezvoltat în zona dintre Râurile Tigris și Eufrat în Irak și Siria, unde încă din mileniul al IV-lea î.Hr., au existat multe culturi diferite, cum ar fi Sumerul, Akkadul, amoriții și Caldeea. Arhitectura mesopotamiană s-a caracterizat prin folosirea cărămizilor, a buiandrugurilor și a mozaicului de conuri. Exemple notabile sunt ziguratele, temple mari sub formă de piramide în trepte. Mormântul era o cameră acoperită cu o cupolă falsă, ca în unele exemple găsite la Ur. De asemenea, existau palate cu ziduri cu o terasă, în formă de zigurat, unde grădinile erau o caracteristică importantă. Grădinile suspendate din Babilon a fost una dintre cele șapte minuni ale lumii antice.
Sculptura în relief s-a dezvoltat în lemn și piatră. Sculptura înfățișează scene religioase, militare și de vânătoare, inclusiv figuri umane și animale. În perioada sumeriană, au fost produse mici statui de oameni. Ele aveau o formă unghiulară și erau produse din piatră colorată. Figurinele aveau de obicei capul chel cu mâinile îndoite pe piept. În perioada akkadiană, statuile înfățișau figuri cu părul lung și barbă, cum ar fi stela lui Naram-Sin. În perioada amorită (sau neosumeriană), s-au produs statui care îl reprezintă pe regele Gudea al Lagașului, cu manta, un turban pe cap și cu mâinile pe piept. Din timpul stăpânirii babiloniene, Stela lui Hammurabi e importantă, pentru că îl înfățișează pe marele rege Hammurabi deasupra unei copii scrise a legilor pe care le-a introdus. Sculptura asiriană e remarcabilă pentru antropomorfismul bovinelor și figurile înaripate.

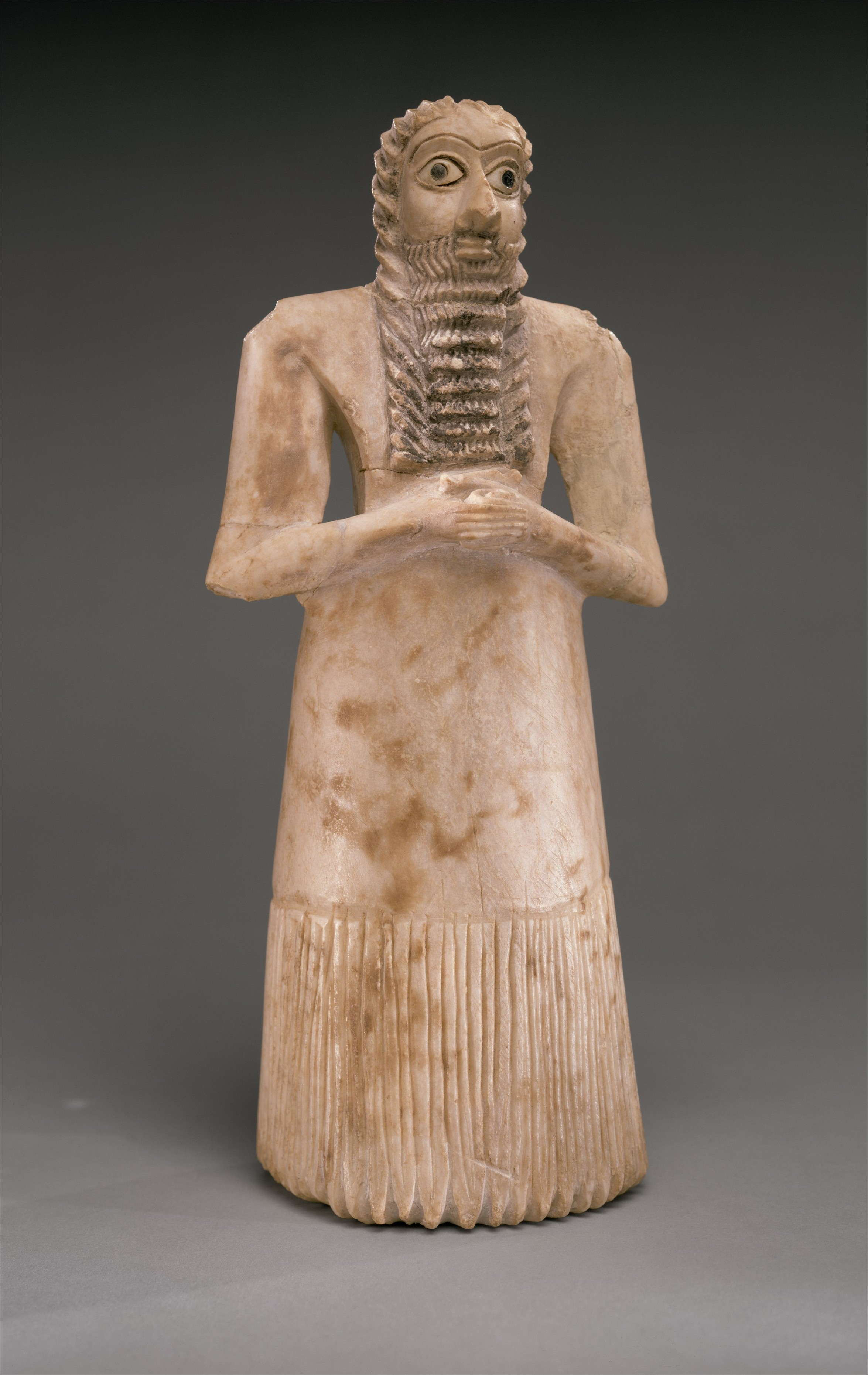
Închinător masculin în picioare, una dintre cele 12 statui din Tezaurul de la Tell Asmar; 2900-2600 î.Hr.; alabastru de gips, scoică, calcar negru și bitum; 29,5 × 12,9 × 10 cm; Muzeul Metropolitan de Artă (New York City)
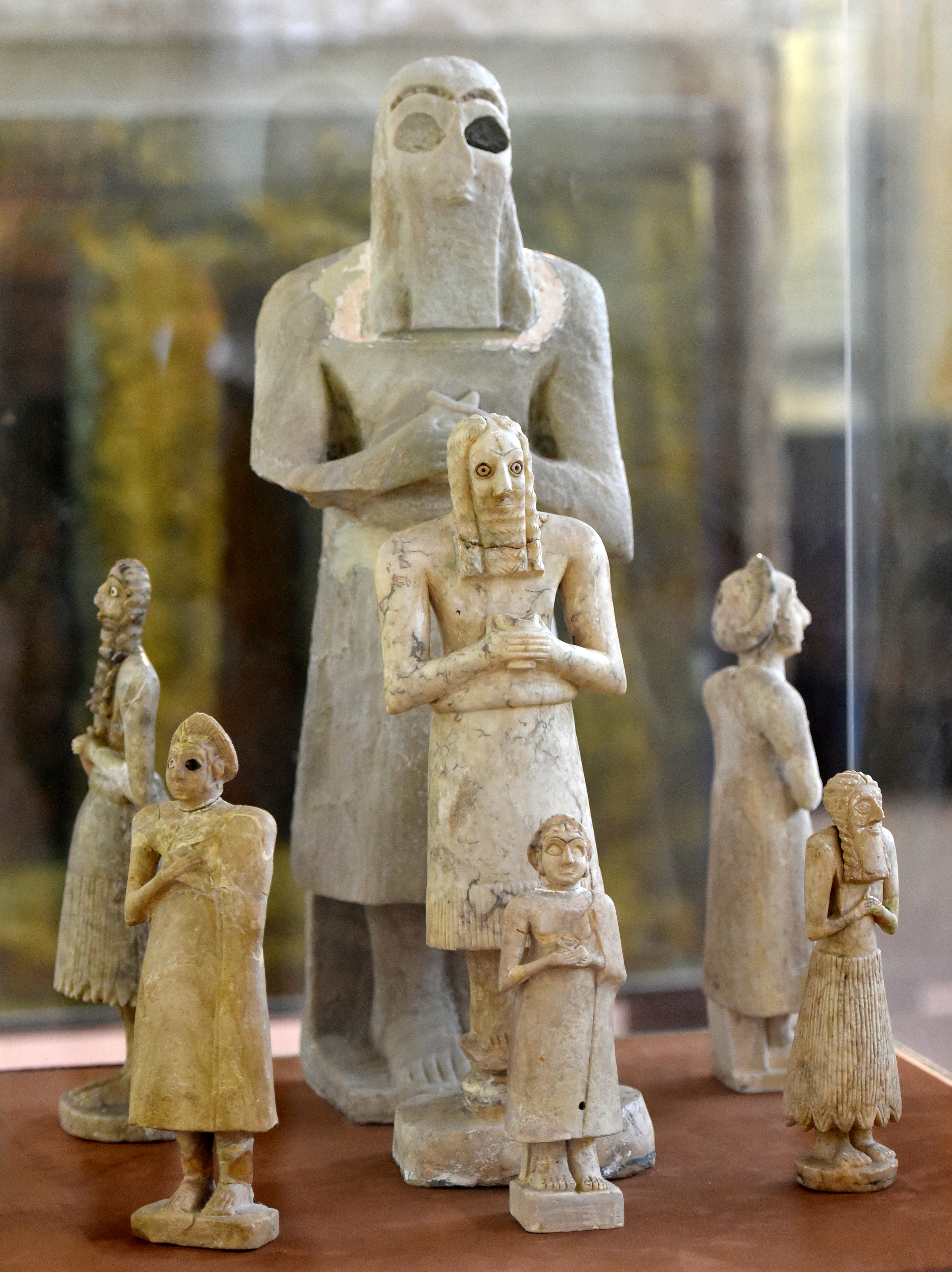
Statui sumeriene care reprezintă închinători (bărbați și femei); 2800-2400 î.Hr. (Perioada Dinastică Timpurie); Muzel Național al Irakului (Bagdad)
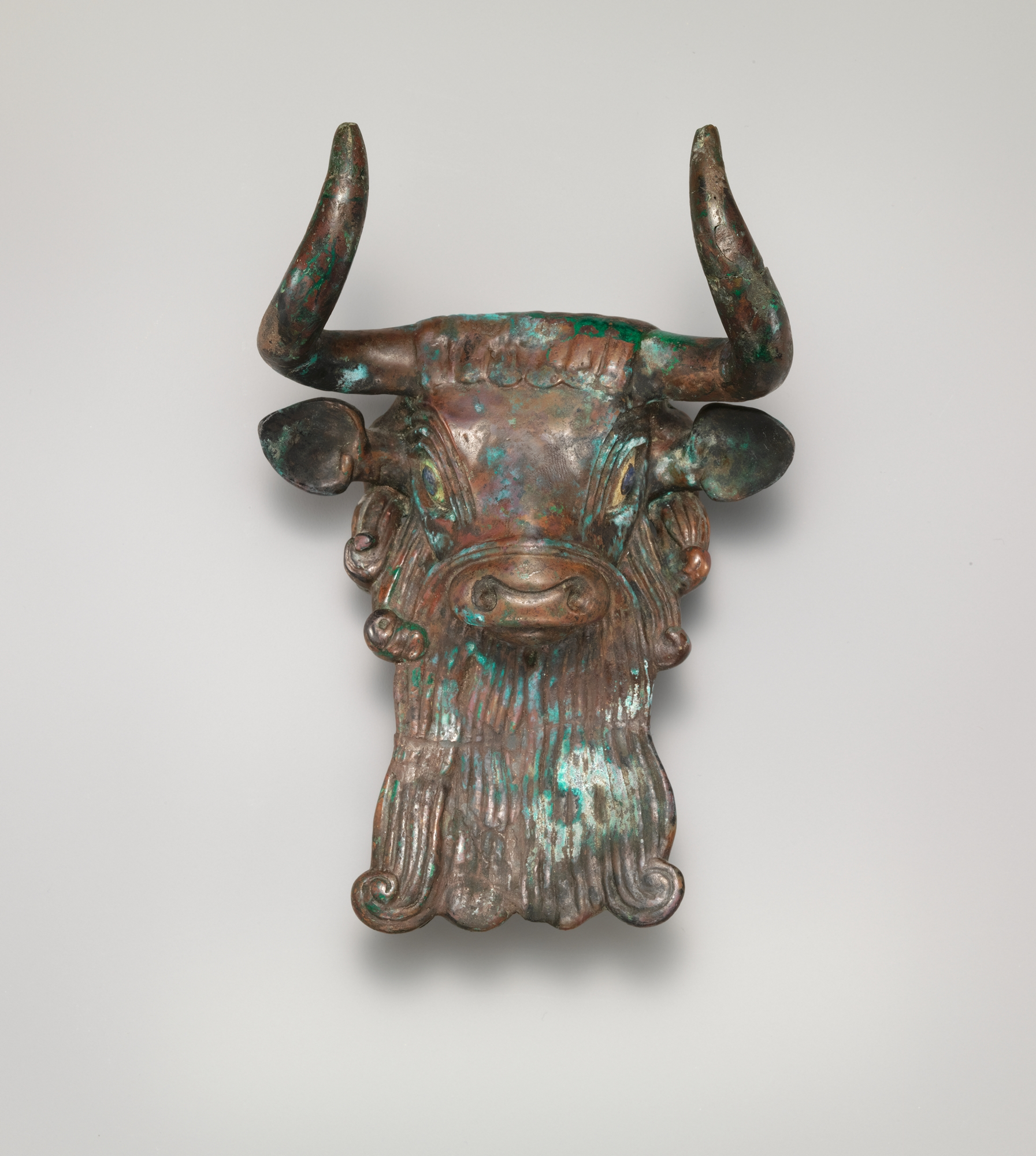
Ornament în formă de cap de taur, de la o liră; 2600-2350 î.Hr.; bronz încrustat cu scoici și lapis lazuli; înălțime: 13,3 cm, lățime: 10,5 cm; Muzeul Metropolitan de Artă
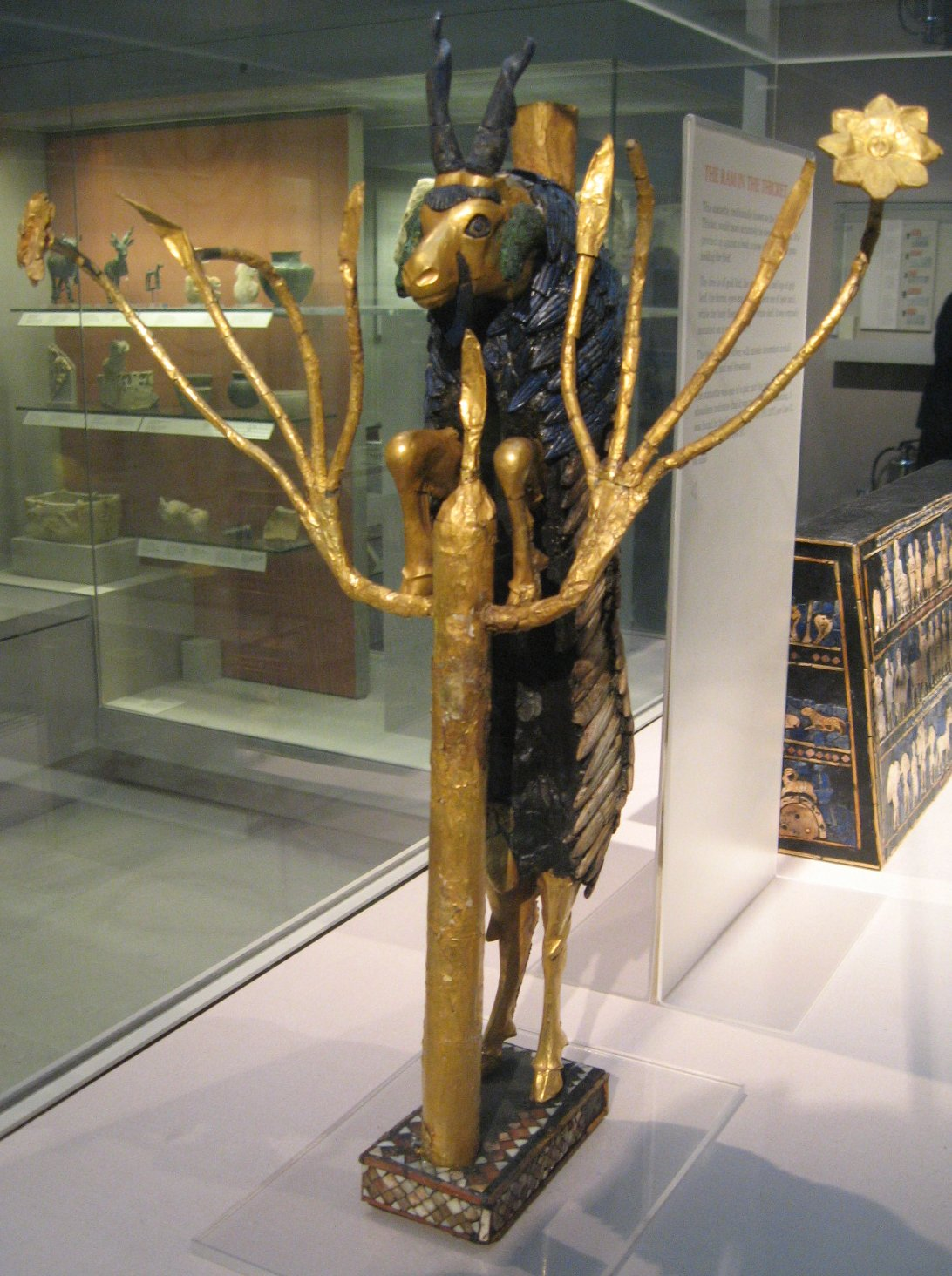
Unul dintre Berbecii dintr-un tufiș; 2600–2400 î.Hr.; aur, cupru, scoici, lapis lazul și calcar; înălțime: 45,7 cm; British Museum (Londra)
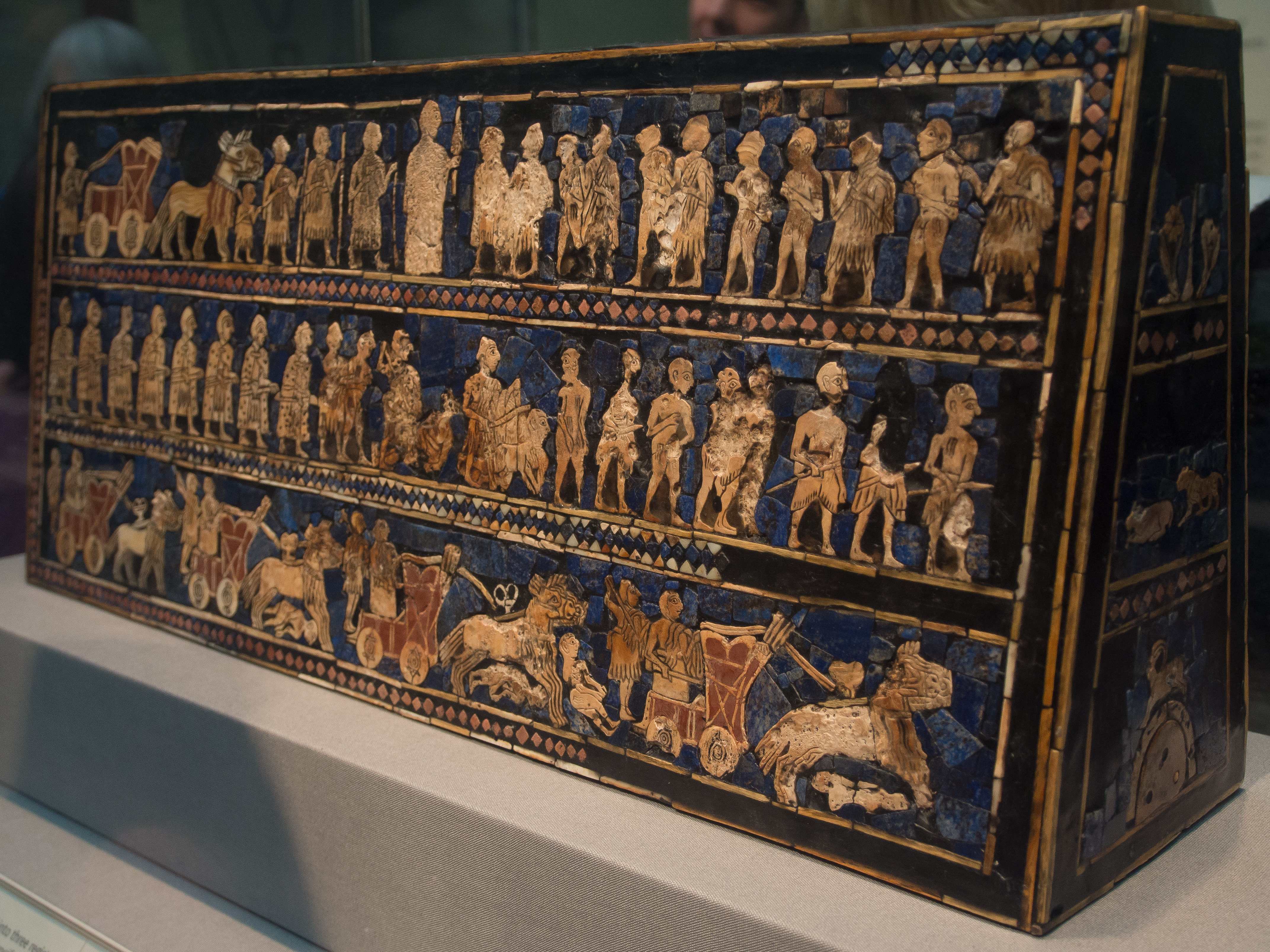
Stindardul Urului; 2600–2400 î.Hr.; scoici, calcar roșu  și lapis lazuli pe lemn; înălțime: 21,7 cm, lungime: 50,4 cm; descoperit în Cimitirul Regal din Ur (Guvernoratul Dhi Qar, Irak); British Museum
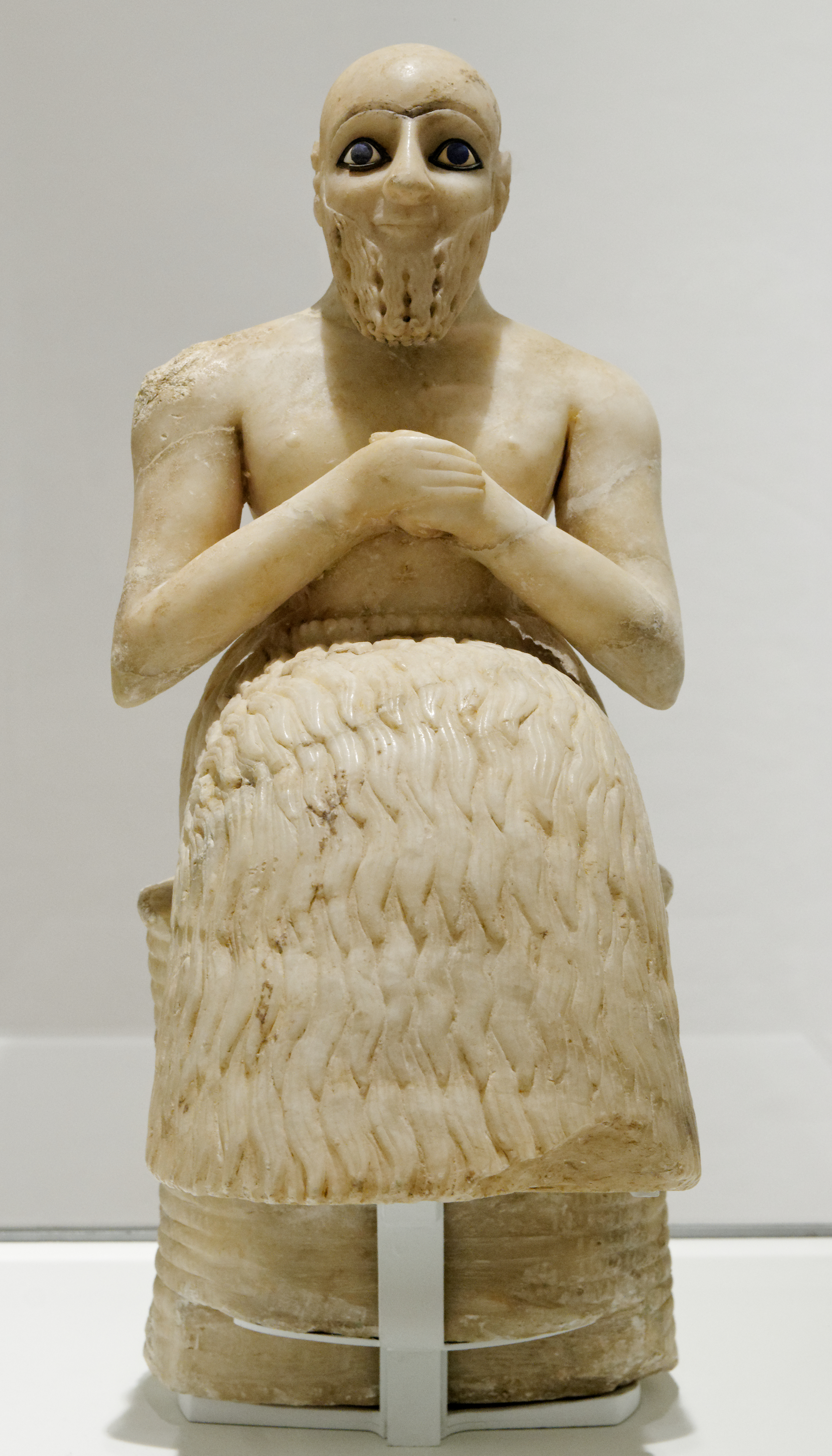
Statuia lui Ebih-Il; c. 2400 î.Hr.; gips, șist, scoici și lapis lazuli; înălțime: 52,5 cm; Luvru
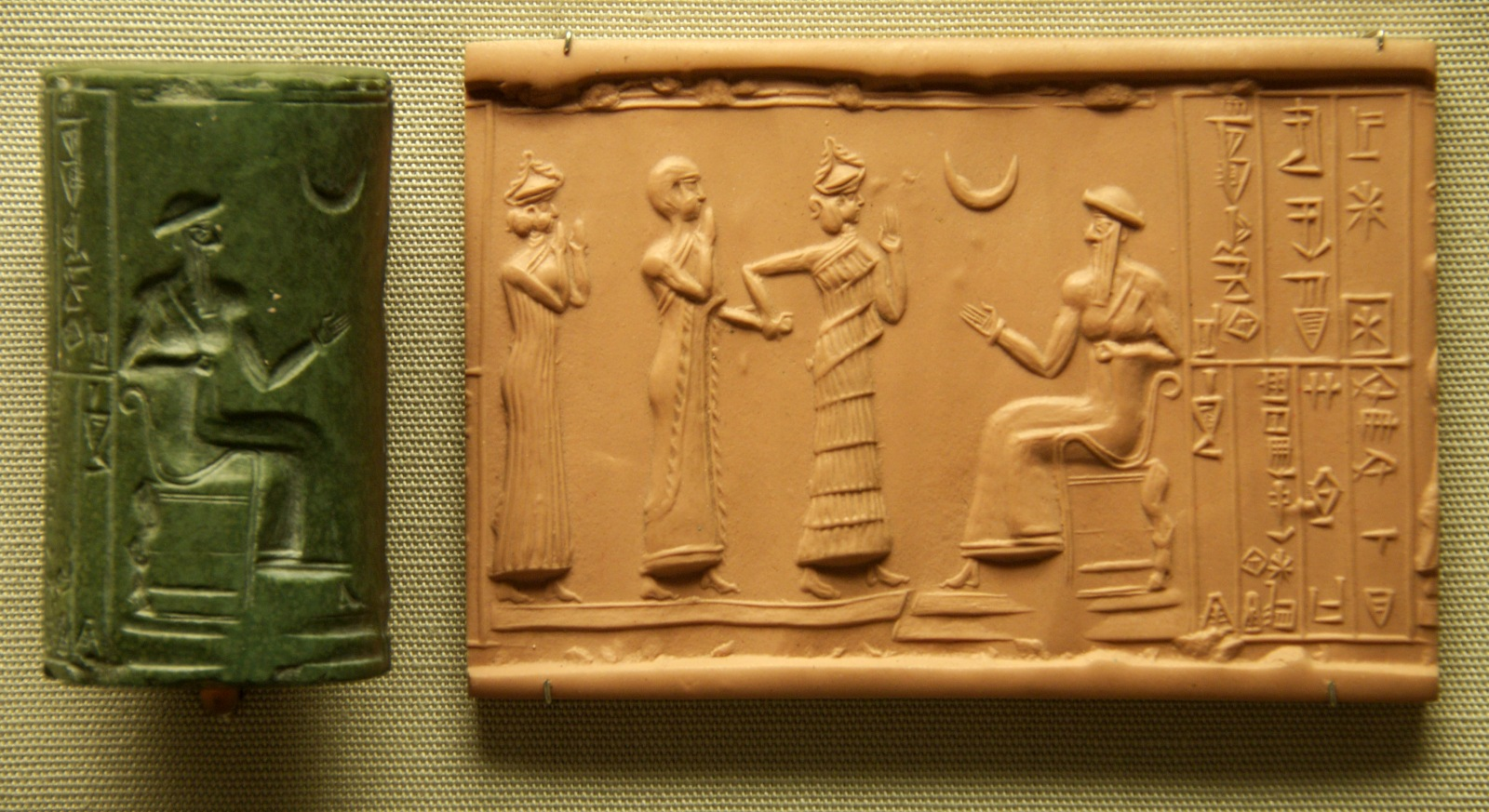
Sigiliul lui Hash-hamer, prezentându-l pe regele Ur-Nammu pe tron, cu o imprsie modernă; circa 2100 î.Hr.; înălțime: 5,3 cm; British Museum
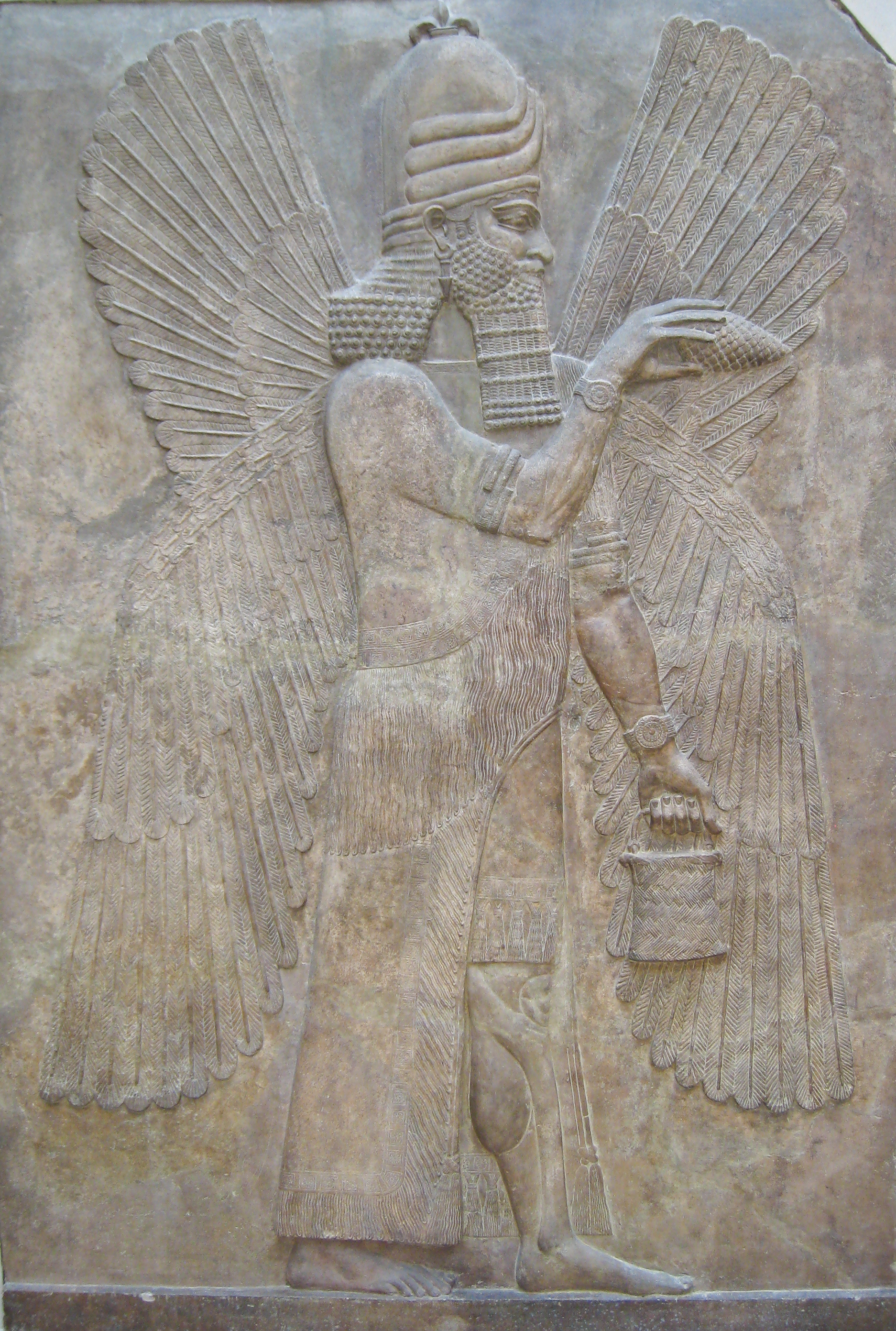
Geniu înaripat asirian; 713-706 î.Hr.; înălțime: 3,3 m, lățime: 2,1 m; Luvru

### Egipt

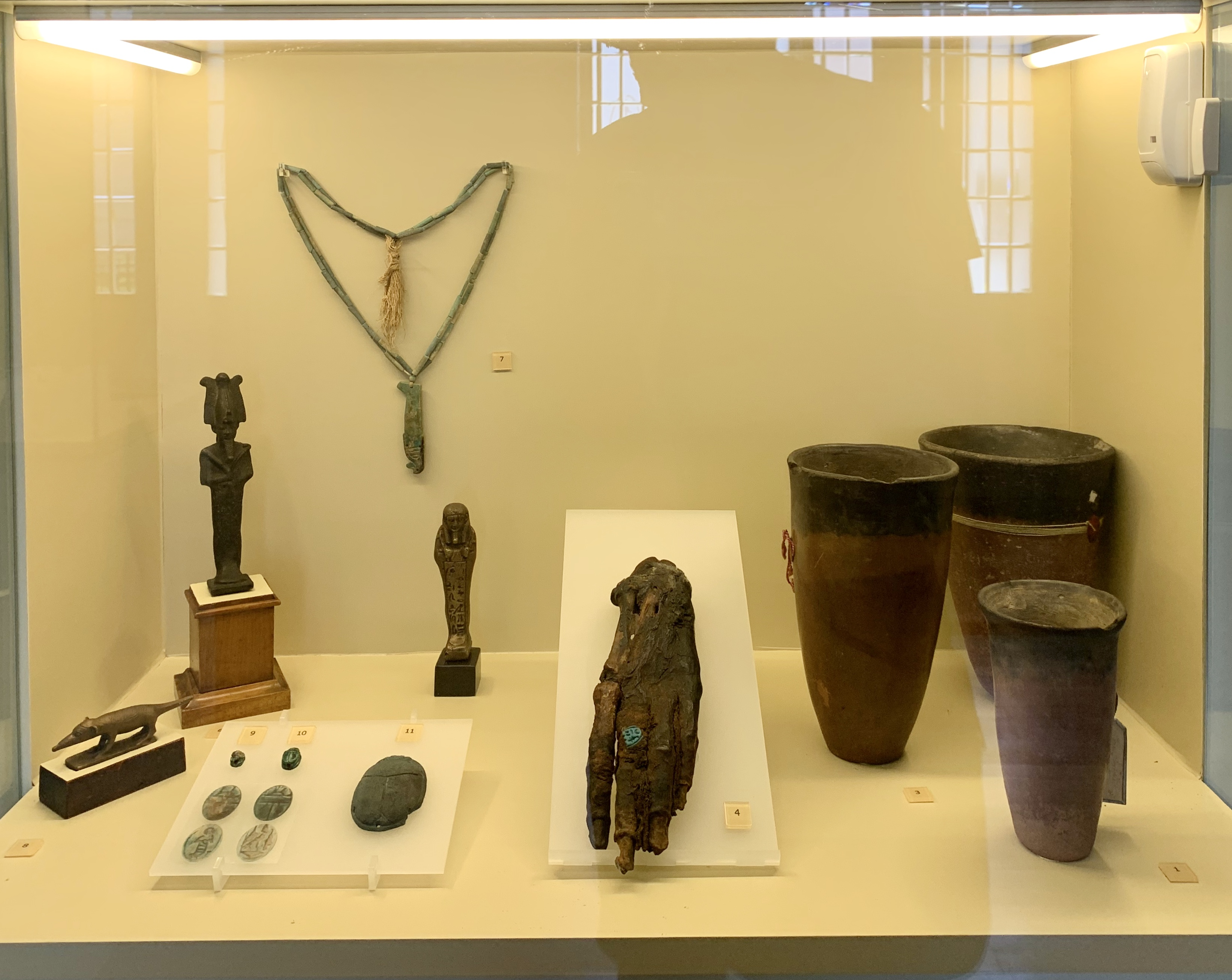
Colecția de antichități egiptene a Muzeului George Severeanu din București

Una dintre primele mari civilizații a apărut în Egipt, care a avut opere de artă elaborate și complexe produse de artiști și meșteri profesioniști. Arta egipteană antică e religioasă și simbolică. Având în vedere că cultura avea o structură și o ierarhie de putere extrem de centralizate, o mare cantitate de artă a fost creată pentru a-l onora pe faraon, inclusiv mari monumente. Arta și cultura egipteană au accentuat conceptul religios al nemuririi. Arta egipteană ulterioară include arta coptă și cea bizantină.
Arhitectura e caracterizată de structuri monumentale, construite cu blocuri mari de piatră, buiandruguri și coloane solide. Monumentele funerare includ mastabaua, morminte dreptunghiulare; piramidele, care includeau piramidele în trepte (Saqqara) sau piramidele cu fețele netede (Giza); și hipogeul, morminte subterane (Valea Regilor). Alte clădiri mari sunt templele, care avea tendința de a fi complexe monumentale precedate de o cale de sfincși și obeliscuri. Templele folosesc piloni și pereți trapezoizi. Templele din Karnak, Luxor, Philae și Edfu sunt exemple bune. Un alt tip de templu este templul sculptat în stâncă, sub forma unui hipogeu, găsit în Abu Simbel și Deir el-Bahri.
Pictura din epoca egipteană folosește o juxtapunere a planurilor suprapuse. Imaginile sunt reprezentate ierarhic, adică Faraonul este mai mare decât subiecții obișnuiți sau dușmanii descriși de partea sa. Egiptenii au pictat conturul capului și a membrelor în profil, în timp ce torsul, mâinile și ochii erau pictați din față. Artele aplicate s-au dezvoltat în Egipt, în special în prelucrarea lemnului și a metalelor. Există exemple superbe, cum ar fi mobilă de cedru încrustată cu abanos și fildeș, care poate să fie văzută în Muzeul Egiptean din Cairo sau în Muzeul Metropolitan de Artă din New York. Alte exemple includ operele găsite în mormântul lui Tutankhamon, care au o valoare artistică deosebită. În București, Muzeul George Severeanu are o colecție de 11 antichități egiptene expuse chiar în sala de la intrare, printre ele numărându-se și palma stângă a unei mâini de mumie cu o amuletă de faianță albastră.

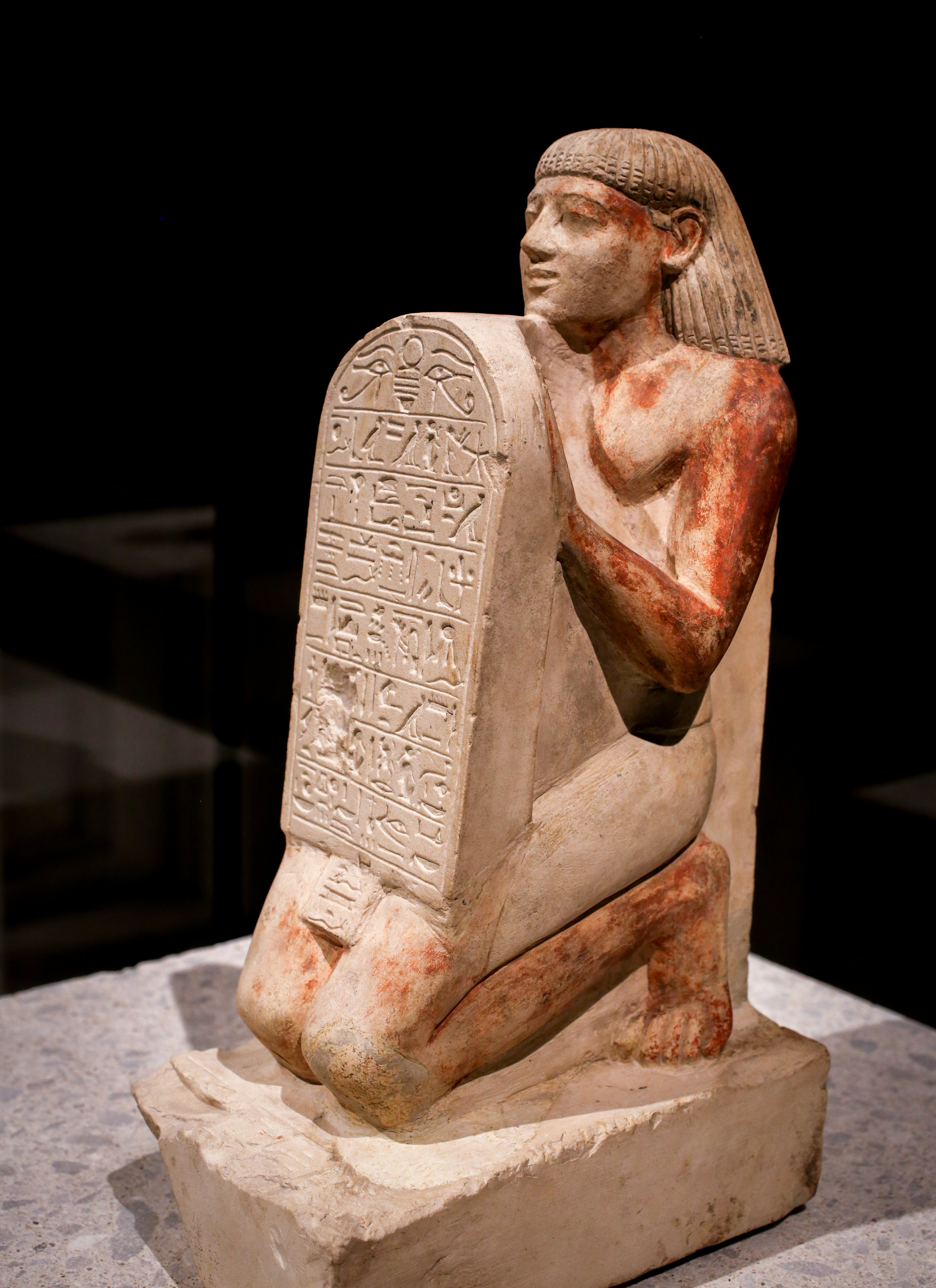
Statuie a lui Amenemhat stând în genunchi și ținând o stelă cu inscripții; circa 1500 î.Hr.; calcar; Muzeul Egiptean din Berlin (Germania)
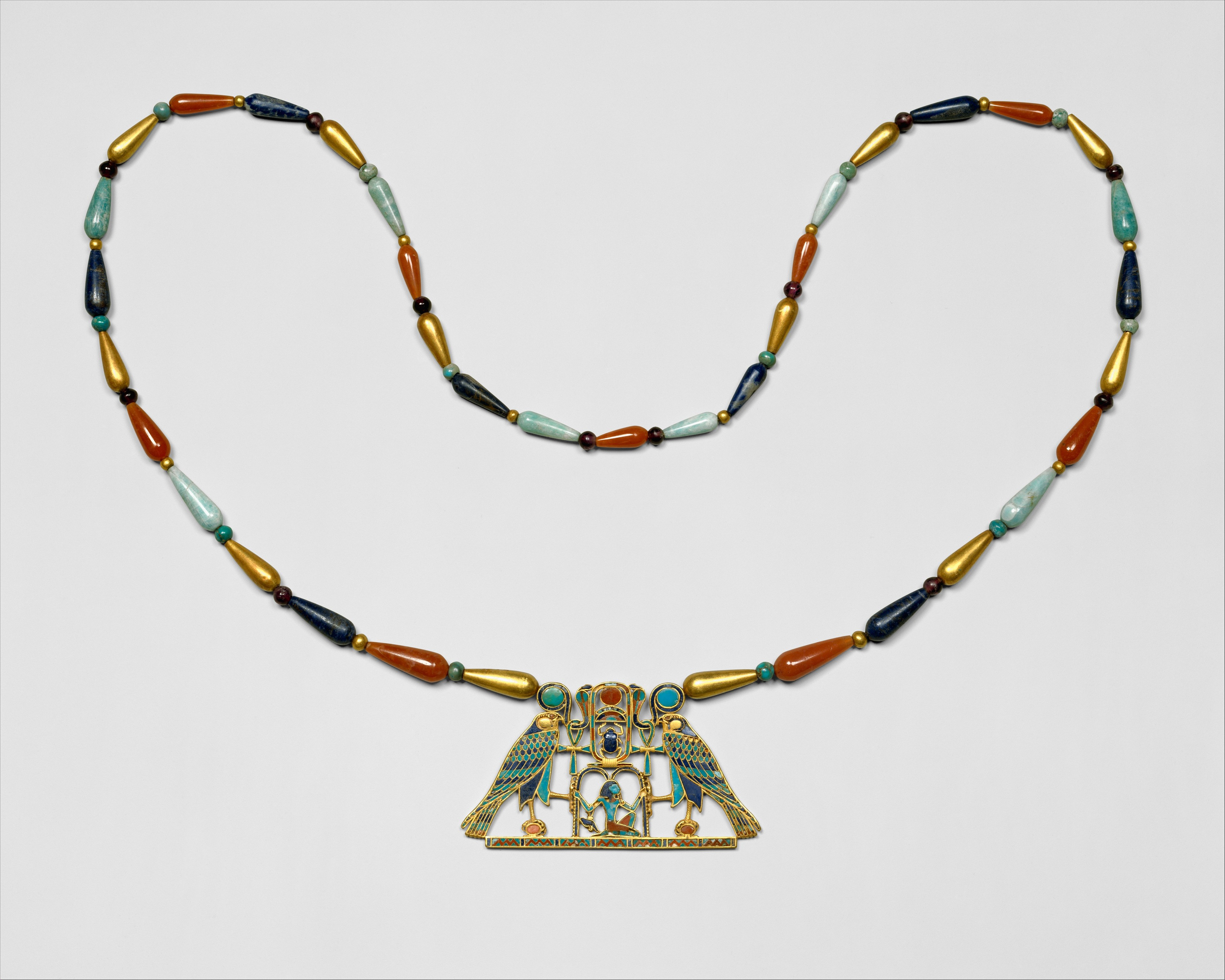
Colier cu pectoral (bijuterie purtată pe piept), al prințesei Sithathoriunet; 1887–1813 î.Hr.; aur, carneol, lapis lazuli, turcoaz, granat și feldspat; înălțimea pectoralului: 4,5 cm; Muzeul Metropolitan de Artă (New York City)
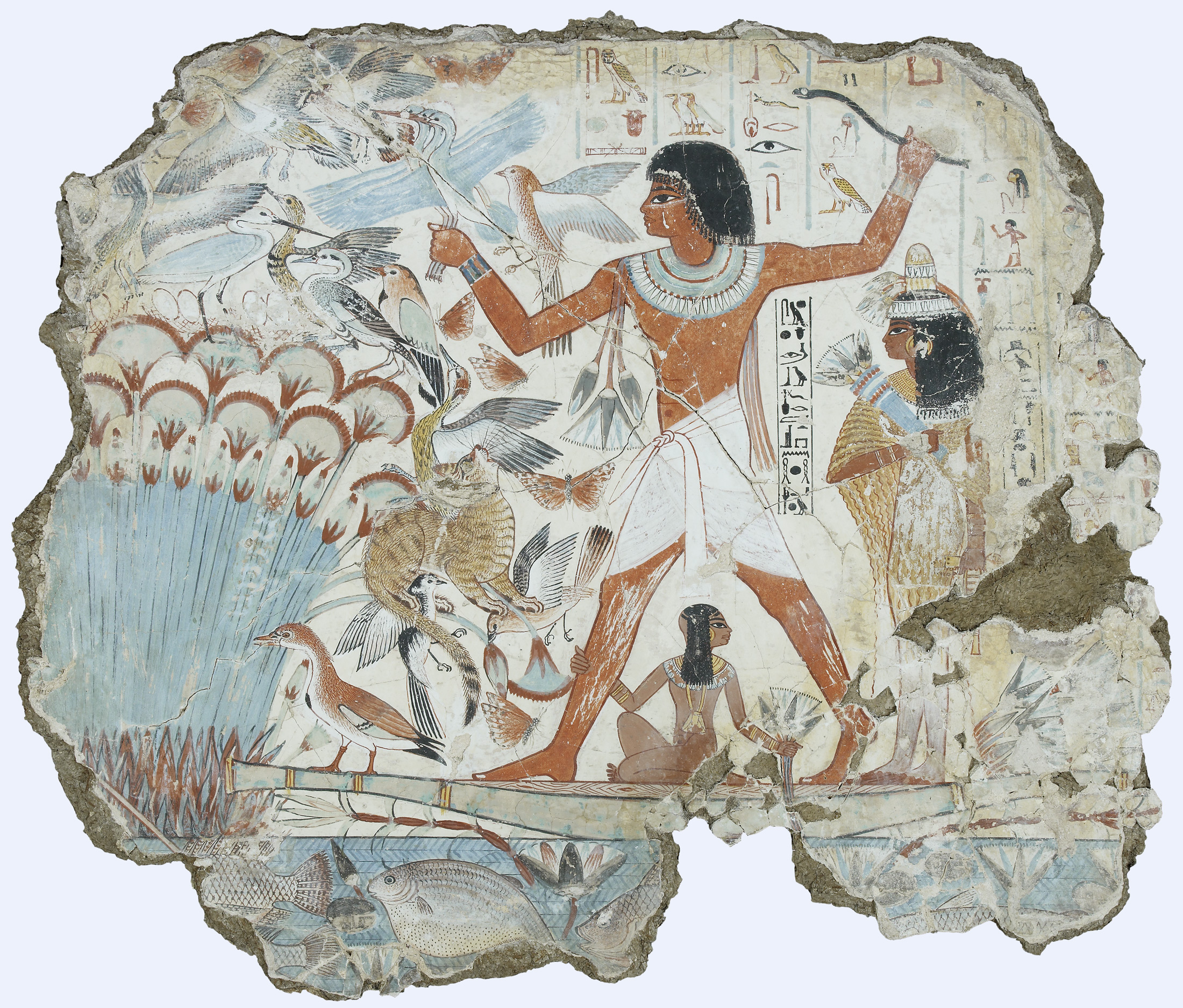
Frescă în care apare Nebamun vânând păsări; circa 1350 î.Hr.; ipsos pictat; 98 × 83 cm; British Museum (Londra)
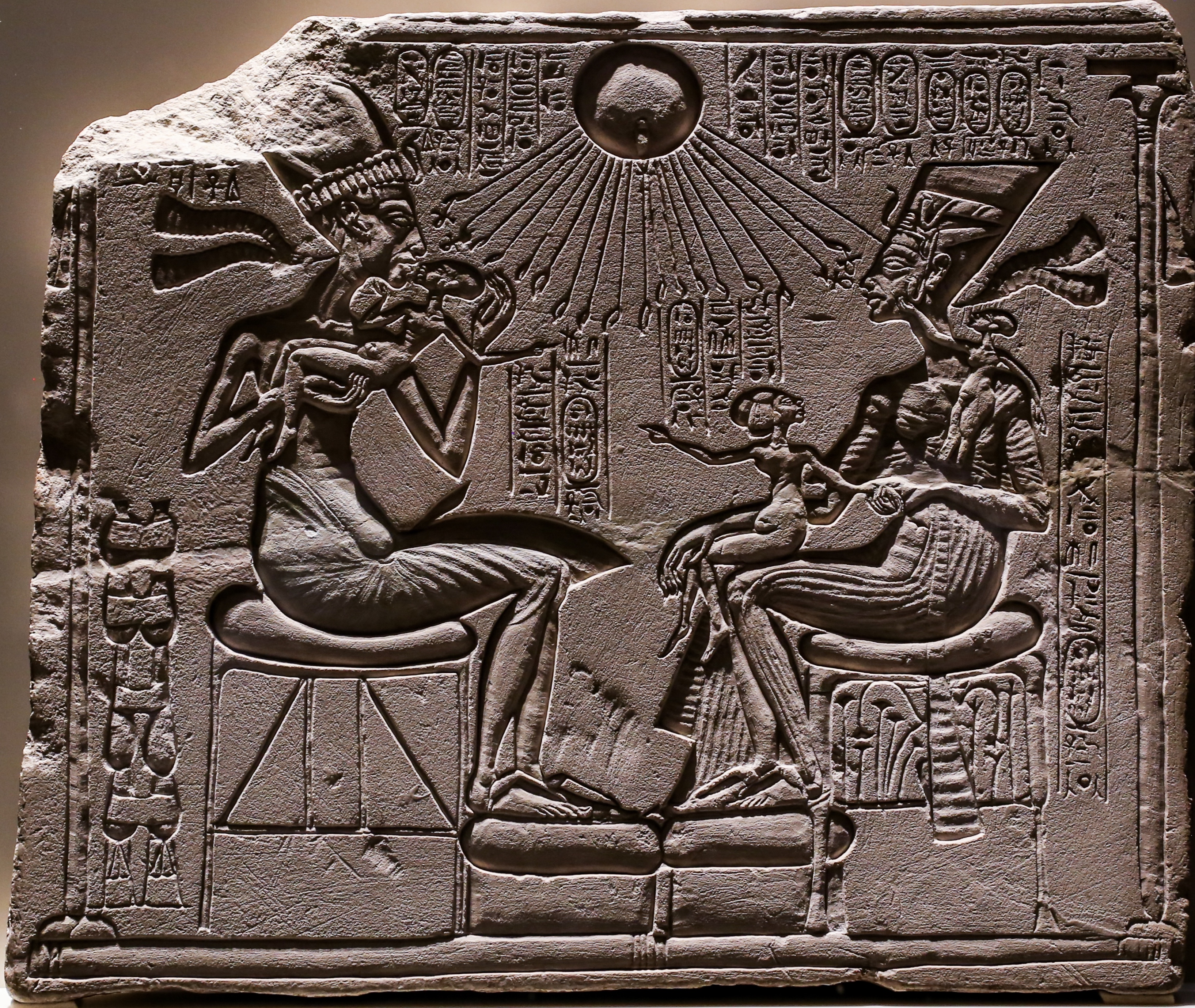
Relief al familiei regale: Akhenaton, Nefertiti și cele trei fiice; 1352–1336 î.Hr.; calcar pictat; 25 × 20 cm; Muzeul Egiptean din Berlin
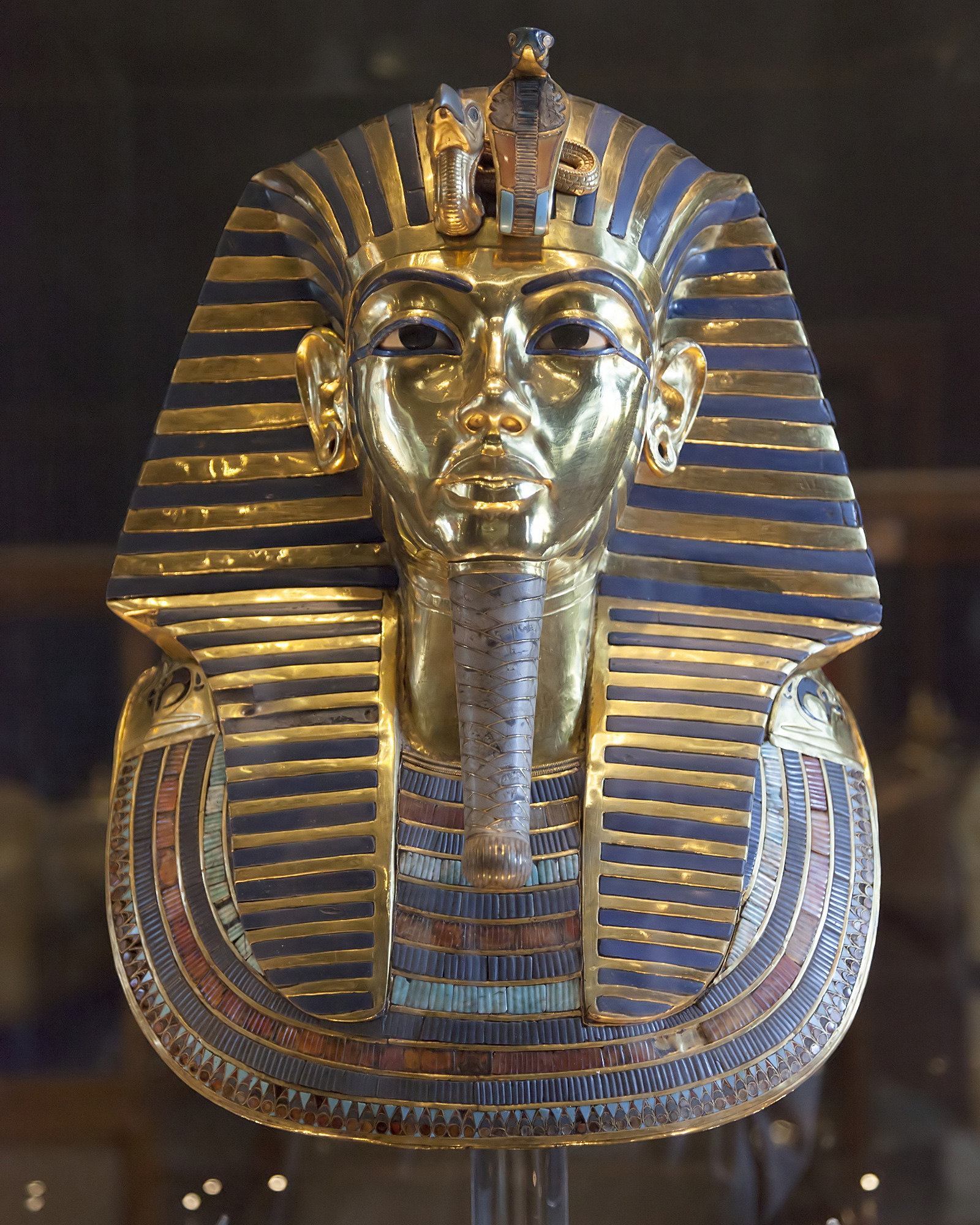
Masca lui Tutankhamon; circa 1327 î.Hr.; aur masiv, lapis lazuli, carneol, obsidian, turcoaz și pastă de sticlă;[36] înălțime: 54 cm; descoperită în 1922 de Howard Carter; Muzeul Egiptean din Cairo (Egipt)
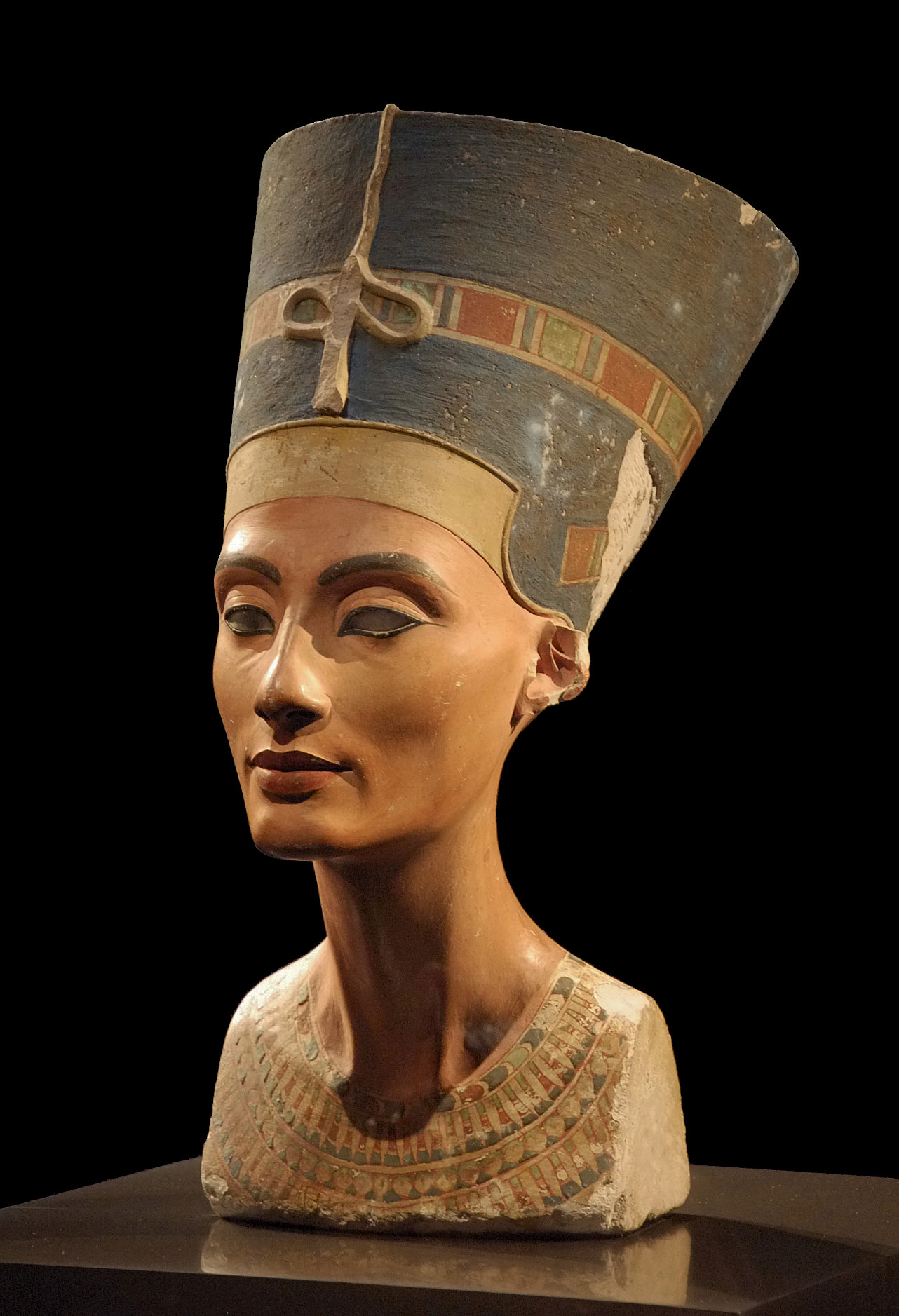
Bustul lui Nefertiti; 1352–1336 î.Hr.; calcar, ipsos și vopsea; înălțime: 48 cm; de la Amarna (Egipt); Neues Museum (Germania)
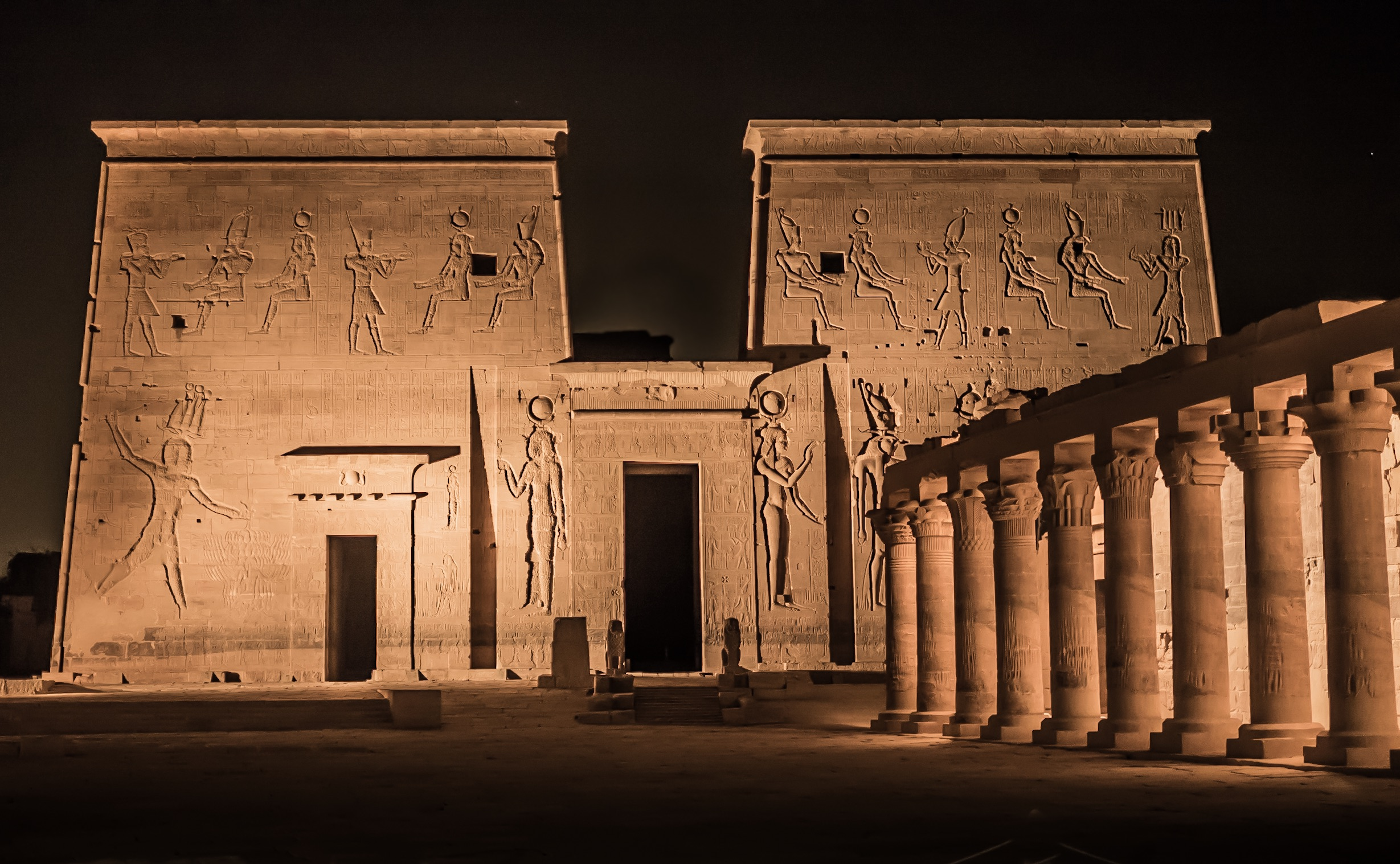
Bine conservatul Templu al lui Isis din Philae (Egypt), unul dintre cele mai bine conservate temple din Egiptul antic, 380 î.Hr.-117 d.Hr.
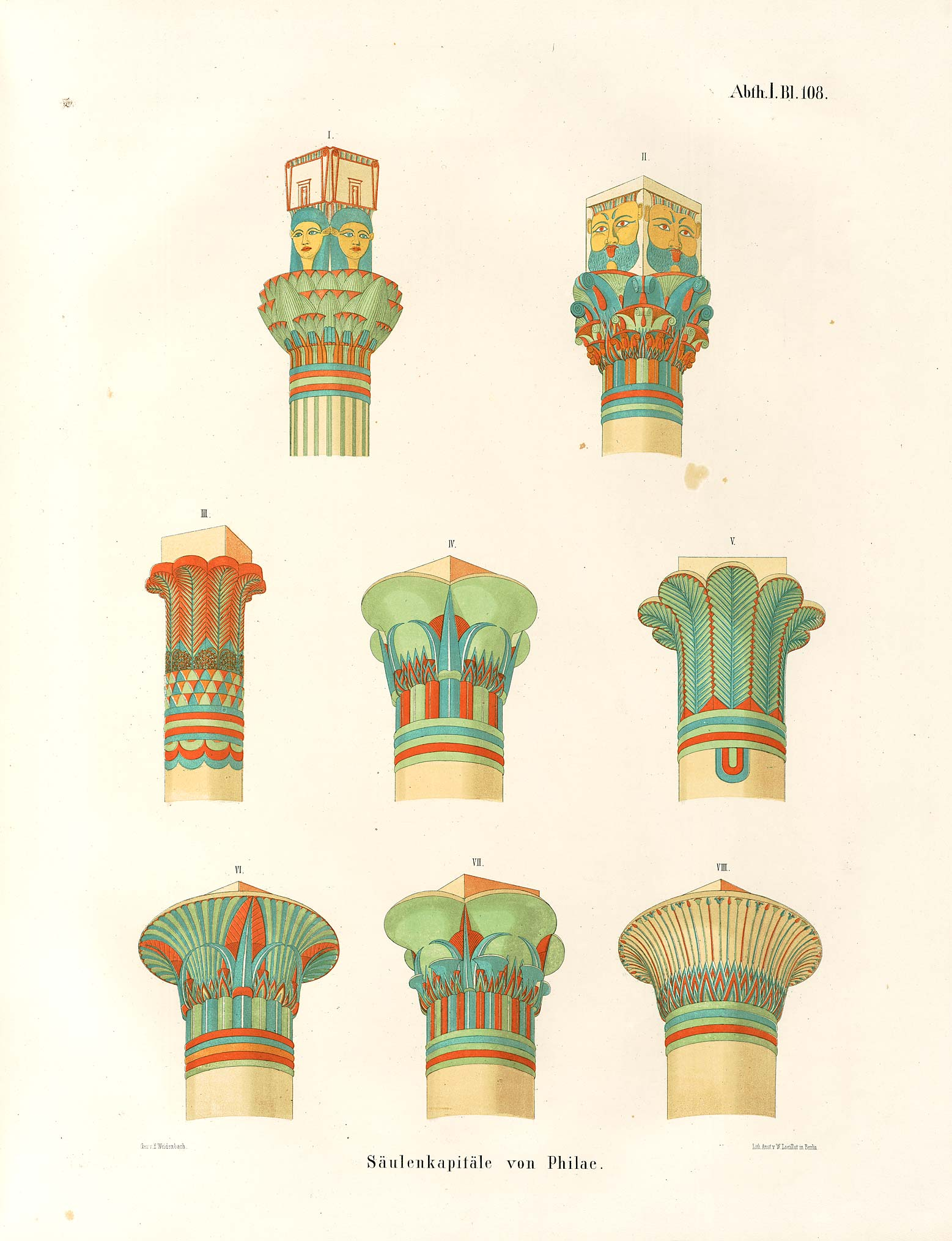
Ilustrații cu diverse tipuri de capiteluri, desenate de egiptologul Karl Richard Lepsius

### Civilizația de pe Valea Indului (Harappa)

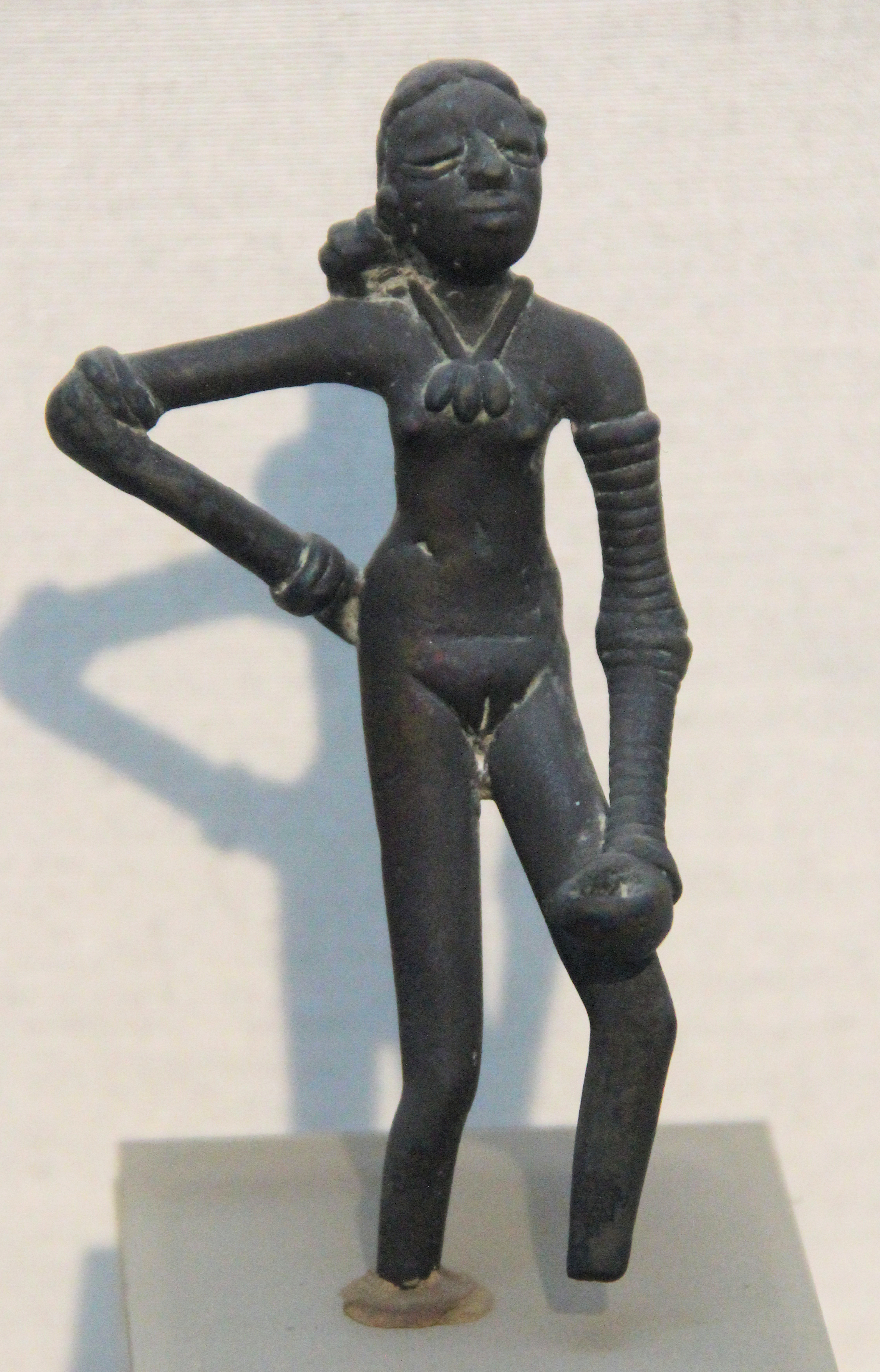
Dansatoarea de la Mohenjo-daro; 2400–1900 î.Hr.; bronz; înălțime: 10,8 cm; Muzeul Național din New Delhi (India)

Descoperită cu mult timp după civilizațiile contemporane din Mesopotamia și Egipt, Civilizația de pe Valea Indului sau civilizația Harappa (c. 2400–1900 î.Hr.) este acum recunoscută ca fiind extraordinar de avansată, comparabilă în multe privințe cu acele culturi. S-au găsit diverse sculpturi, sigilii, ceramică, bijuterii de aur și figurine detaliate anatomic de teracotă, bronz și steatit.
O serie de figurine de aur, teracotă și piatră ale fetelor în poziții de dans dezvăluie prezența unei forme de dans.  Aceste figurine din teracotă includ vaci, urși, maimuțe și câini. Animalul descris pe majoritatea sigiliilor din siturile perioadei mature nu a fost identificat în mod clar. Partea taur, parte zebră, cu un corn maiestuos, fiind o sursă de speculații. Până în prezent, nu există dovezi suficiente pentru susținerea afirmațiilor conform cărora acea reprezentare a avut o semnificație religioasă sau cultă.
Statuete realiste au fost găsite în siturile Civilizației din Valea Indului. Una dintre ele este celebra statuetă de bronz a unei fete dansatoare cu membre subțiri, împodobită cu bretele, găsită în Mohenjo-daro. Alte două statuete realiste au fost găsite în Harappa în săpături stratificate corespunzătoare, care prezintă un tratament aproape clasic al formei umane: statueta unui dansator care pare să fie bărbat, și un tors mascul de jasp roșu, ambele acum în Muzeul Național din New Delhi. Arheologul Sir John Marshall a reacționat cu surprindere când a văzut aceste două statuete de la Harappa:
„Când le-am văzut prima dată, mi-a fost greu să cred că erau preistorice; păreau să supere complet toate ideile consacrate despre arta și cultura timpurii. Modelarea de genul acesta era necunoscută în lumea antică până în epoca elenistică a Greciei și, prin urmare, credeam că trebuie să fi fost făcută o greșeală; că aceste cifre și-au găsit drumul la niveluri cu vreo 3000 de ani mai vechi decât cele cărora le aparțineau în mod corespunzător...”
Aceste statuete rămân controversate, datorită tehnicilor lor avansate. În ceea ce privește torsul de jasp roșu, descoperitorul, Madho Sarup Vats, revendică o dată harappă, dar Marshall a considerat că această statuetă este probabil istorică, datând din perioada Gupta, comparând-o cu mult mai târziul Tors Lohanipur. O a doua statuetă destul de asemănătoare din piatră gri a unui bărbat care dansează a fost de asemenea găsită. În general, antropologul Gregory Possehl tinde să considere că statuele astea formează probabil culmea artei harappe din perioada harappă matură.
La Mohenjo-daro au fost găsite sigilii înfățișând o figură care stătea pe cap, iar o altă șezând cu picioarele încrucișate în ceea ce unii numesc o poziție de tip yoga, precum așa-numitul Sigiliu Pashupati. Această figură a fost identificată în mod diferit. Sir John Marshall a identificat o asemănare cu zeul hindus Shiva. Dacă acest lucru poate să fie verificat, ar fi o dovadă că unele aspecte ale hinduismului sunt anterioare celor mai vechi texte, Veda.

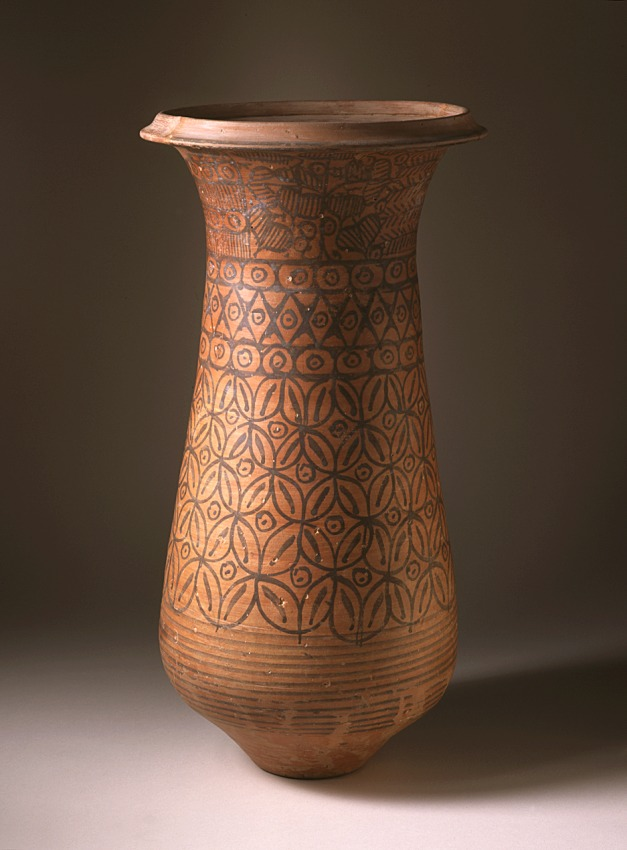
Vas ceremonial; 2600-2450 î.Hr.; teracotă cu vopsea neagră; 49,53 × 25,4 cm; Muzeul de Artă al Comitatului Los Angeles (SUA)
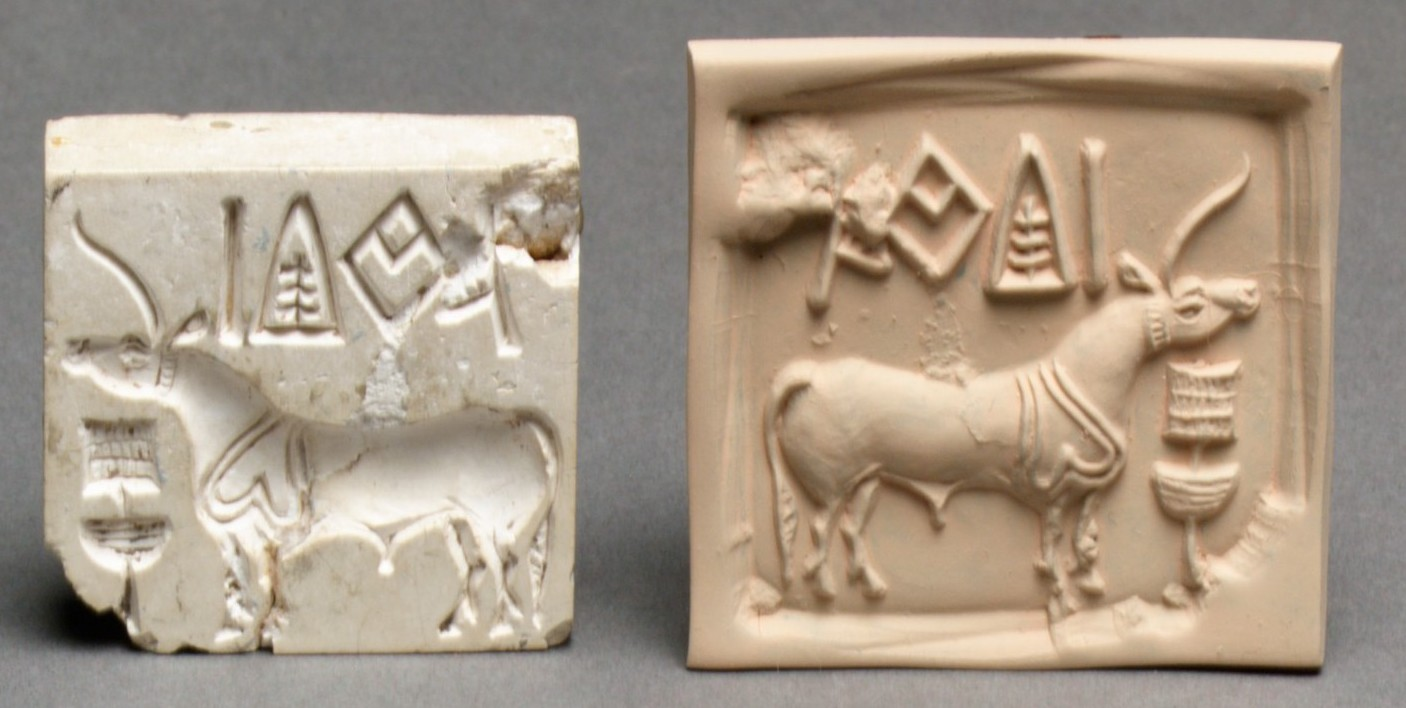
Sigiliu cu o impresie modernă lângă el, cu un unicorn și un arzător de tămâie (?); 2600-1900 î.Hr.; steatit ars; 3,8 x 3,8 x 1 cm; Muzeul Metropolitan de Artă (New York City)
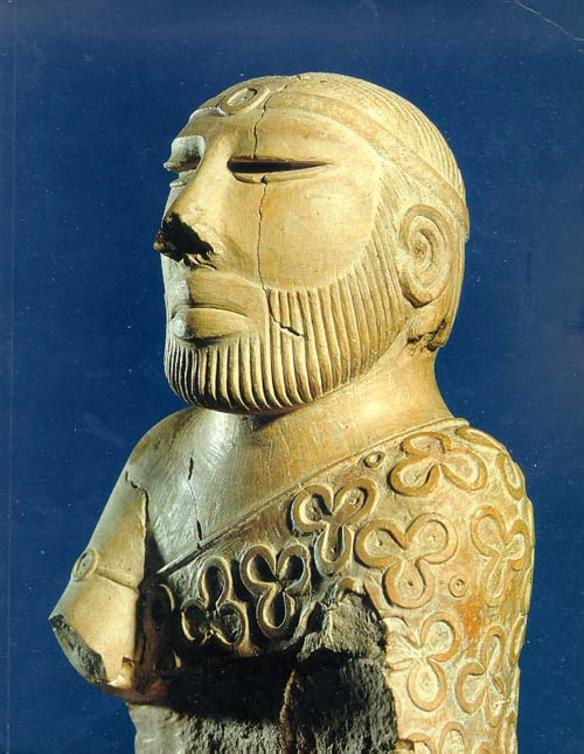
Regele-Preot; 2400–1900 î.Hr.; steatit; înălțime: 17,5 cm; Muzeul Național al Pakistanului (Karachi)
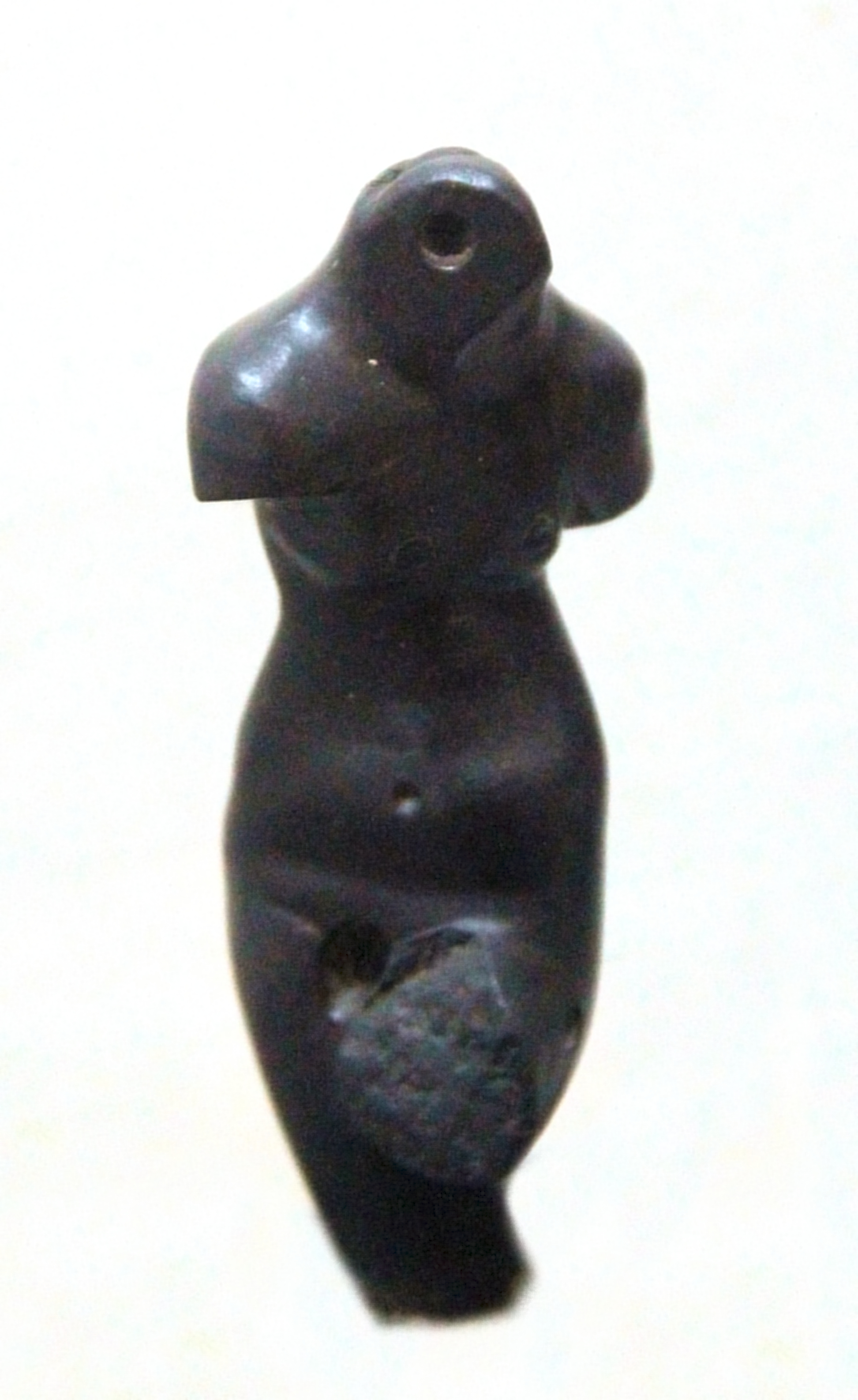
Tors al unui bărbat care dansează; 2400-1900 î.Hr.; calcar; înălțime: 9,9 cm; Muzeul Național din New Delhi (India)

### China Antică
În timpul Epocii de Boronz în China (dinastiile Shang și Zhou), intercesiunile de curte și comunicarea cu lumea spiritelor erau conduse de un șaman (eventual regele însuși). În timpul dinastiei Shang (c. 1600-1050 î.Hr.), divinitatea supremă era Shangdi, dar familiile aristocratice au preferat să contacteze spiritele strămoșilor lor. Pregăteau pentru ei banchete elaborate cu mâncare și băutură, încălzite și servite în vase ritualice de bronz. Vasele de bronz erau folosite în ritualurile religioase pentru cimentarea autorității Dhang, iar când capitala Shang a căzut, în jurul anului 1050 î.Hr., cuceritorii săi, Zhouii (c. 1050-156 î.Hr.), au continuat să folosească containerele astea în ritualuri religioase, dar în principal pentru mâncare, mai degrabă decât pentru băut. Curtea Shang fusese acuzată de o beție excesivă, iar Zhou, promovând Tian-ul imperial („Raiul”) ca forță spirituală principală, mai degrabă decât strămoșii, limitează vinul în riturile religioase, în favoarea mâncării. Folosirea bronzurilor ritualice a continuat până în timpul dinastiei Han timpurii (206 î.Hr. - 220 d.Hr.).
Unul dintre motivele cel mai des folosite e taotie-ul, o față stilizată împărțită central în două jumătăți de imagine aproape în oglindă, cu nări, ochi, sprâncene, maxilare, obraji și coarne, înconjurată de modele incizate. Nu se poate determina dacă taotie a reprezentat creaturi reale, mitologice sau în întregime imaginare.
Bronzurile enigmatice de la Sanxingdui, în apropiere de Guanghan (în provincia Sichuan), sunt dovezi ale unui misterios sistem religios sacrificial, spre deosebire de orice altceva din China antică și cu totul diferite de arta contemporă a dinastiei Shang de la Annyang. Săpăturile de la Sanxingdui din 1986 au scos la iveală patru gropi care conțin artefacte de bronz, jad și aur. S-a găsit o statuie mare de bronz, cu o figură umană, care se află pe un piedestal decorat cu capete abstracte de elefant. Pe lângă figura în picioare, primele două gropi conțineau peste 50 de capete de bronz, unele purtând pălărie și trei acoperite frontal cu foițe de aur.

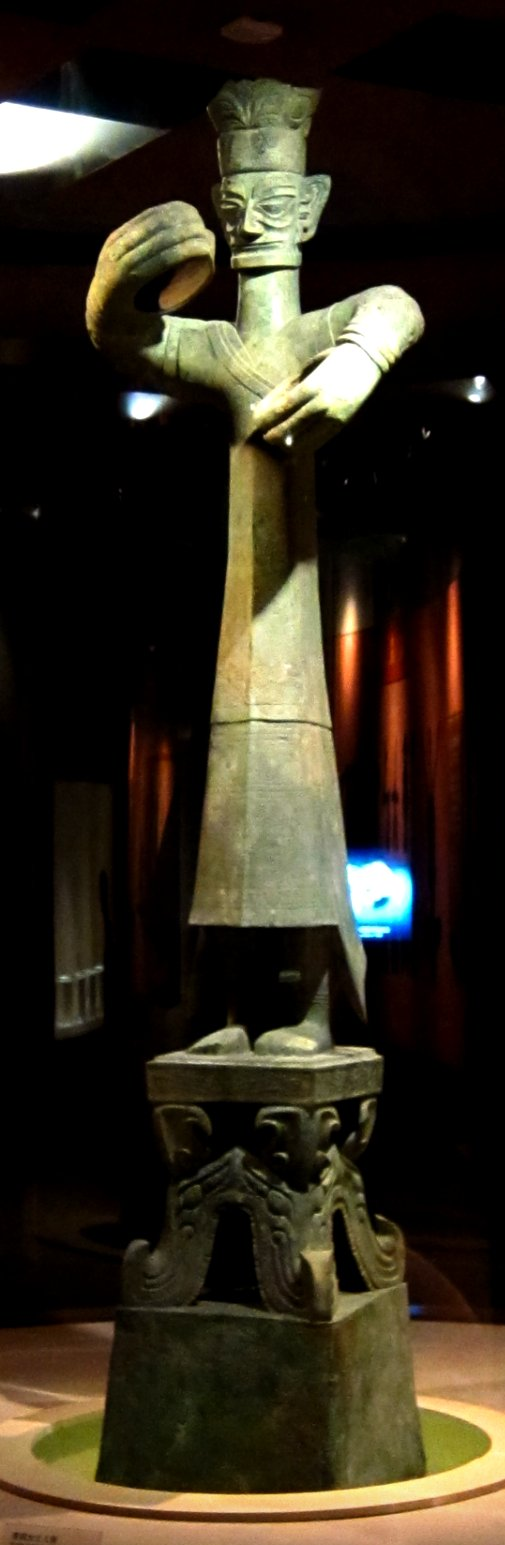
Statuia unui rege sau lider șaman; c. 1200–1000 î.Hr.; probabil bronz; înălțime totală: 2,62 m; Muzeul Sanxingdui (Guanghan, provincia Sichuan, China)
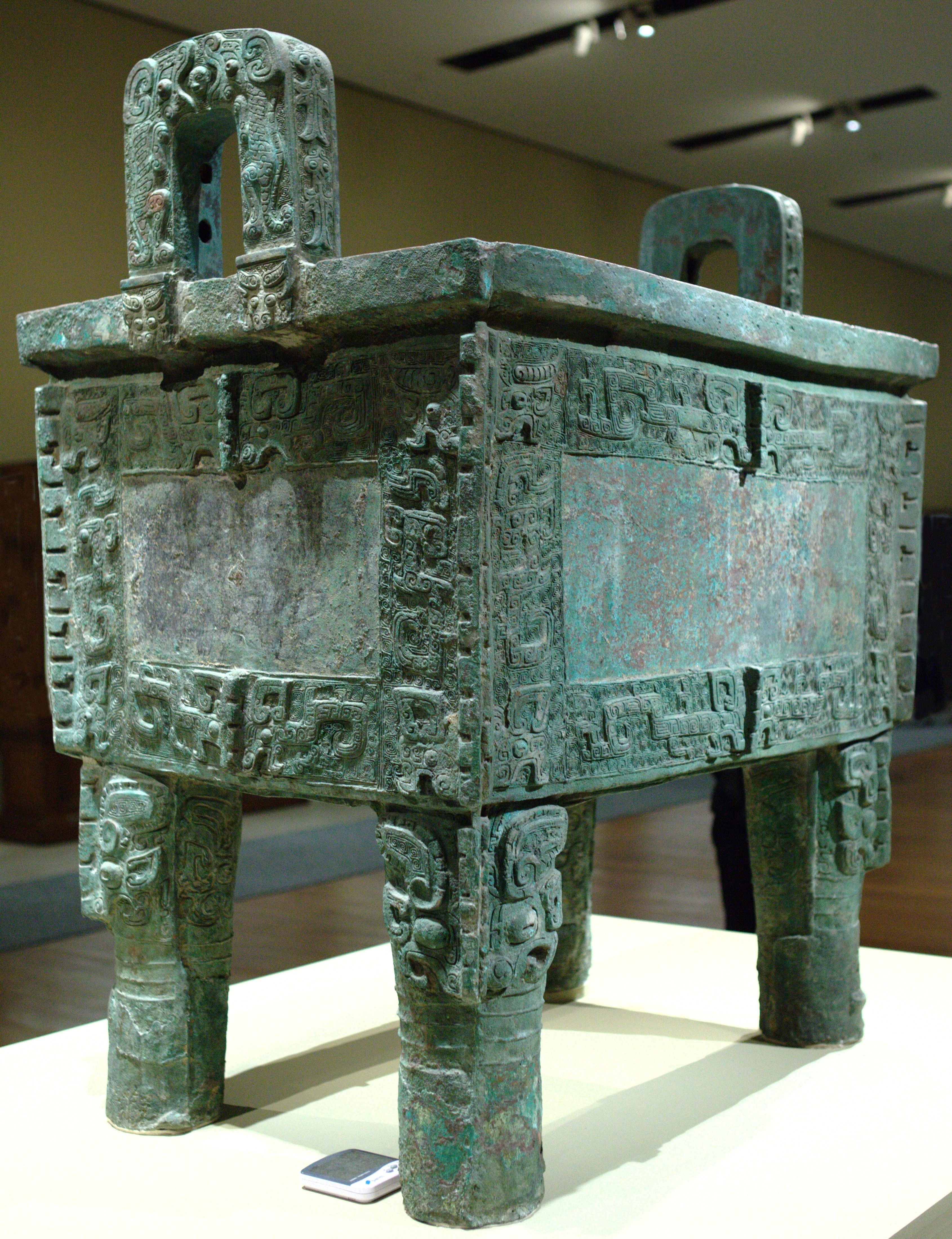
Houmuwu ding, cel mai mare bronz antic găsit vreodată; 1300–1046 î.Hr.; bronz; Muzeul Național al Chinei (Beijing)
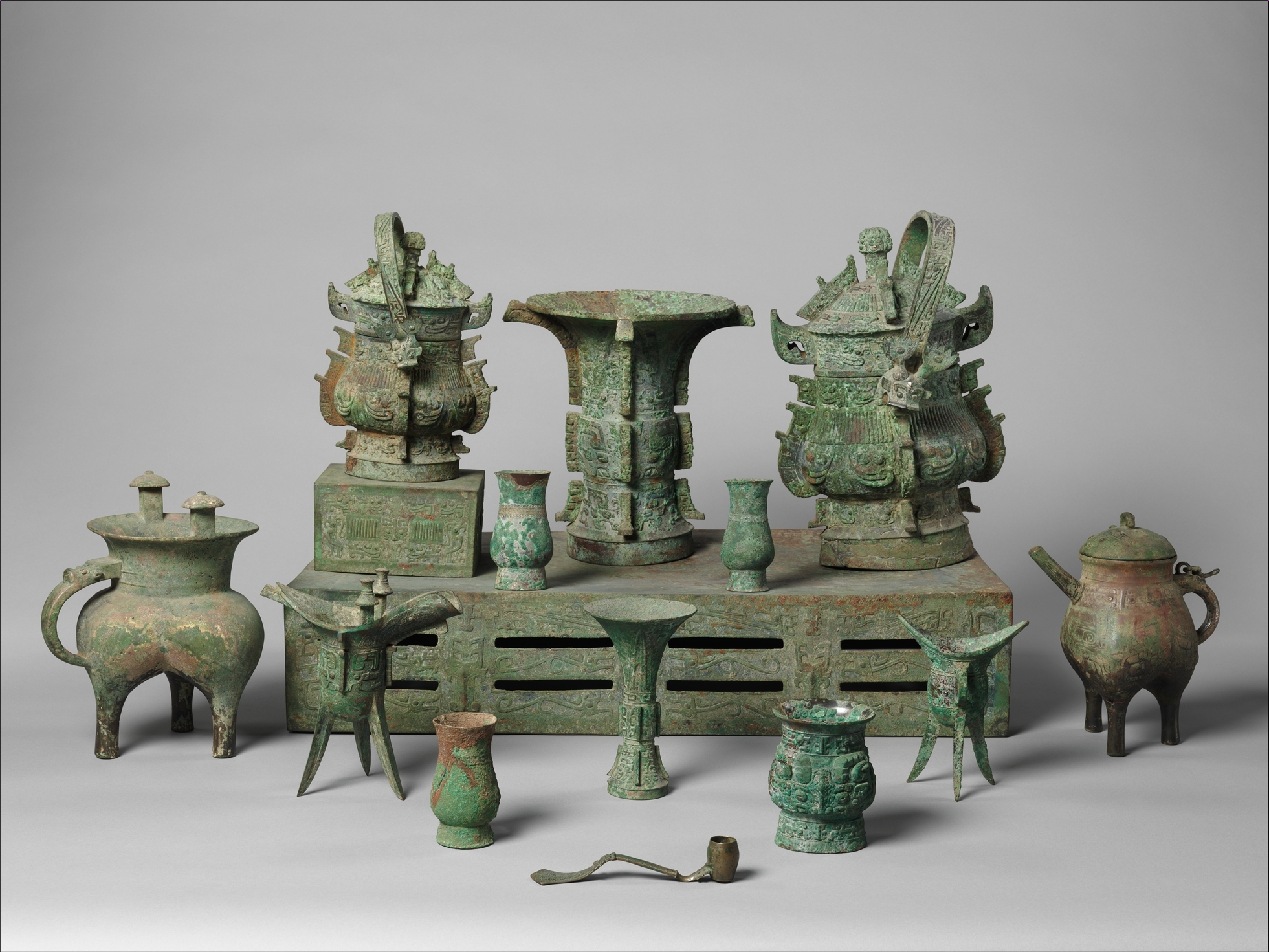
Set de altar; secolul al XI-lea î.Hr. târziu; bronz; per ansamblu (masa): înălțime: 18,1 cm, lățime: 46,4 cm, adâncime: 89,9 cm; Muzeul Metropolitan de Artă (New York City)
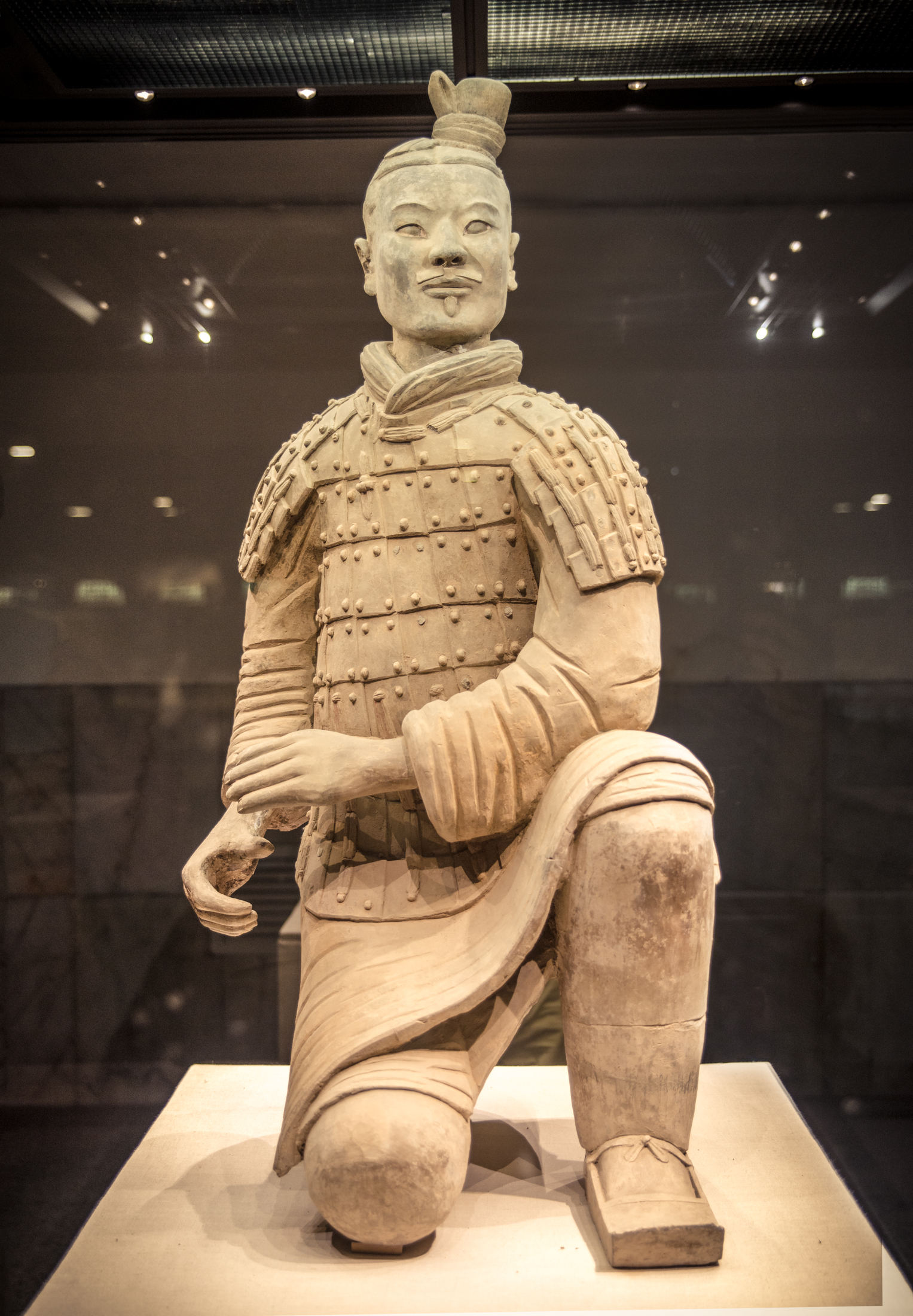
Unul dintre soldații din Armata de Teracotă, o colecție celebră de sculpturi de teracotă care înfățișează armatele lui Qin Shihung-di, primul împărat al Chinei

### Grecia
Chiar și în antichitate, artele Greciei erau recunoscute de alte culturi ca fiind preeminente. Poetul latin Horațiu, scriind în epoca împăratului roman Augustus (secolul I î.Hr. până în secolul I d.Hr.), a remarcat celebru că, deși cucerită pe câmpul de luptă, „Grecia captivă și-a biruit cuceritorul sălbatic și a adus artele la Roma rustică.” Puterea artei grecești constă în reprezentarea figurii umane și concentrarea sa asupra ființelor umane și a zeilor antropomorfi ca subiecți principali. În perioada clasică (secolele V și IV î.Hr.), realismul și idealismul erau echilibrate delicat. În comparație, operele din epocilie anterioare geometrică (secolele IX - VIII î.Hr.) și arhaică (secolele VII - VI î.Hr.) par uneori primitive, dar acești artiști aveau obiective diferite: reprezentarea naturalistă nu era neapărat scopul lor. Iubitorul de artă romană a colectat originale grecești antice, replici romane ale artei grecești sau picturi și sculpturi nou create, realizate într-o varietate de stiluri grecești, păstrând astfel pentru lucrări de artă posteritate pierdute altfel. Fresce, sculpturi și mozaicuri au decorat spații publice și case bine făcute. Reprezentări grecești au apărut și pe bijuteriile romane, pe vase de aur, argint, bronz și teracotă și chiar pe arme și greutăți comerciale. Încă din Renaștere, artele Greciei antice, transmise prin Imperiul Roman, au servit ca temei al artei occidentale.

#### Perioada preclasică
Artiști greci și etrusci au construit pe fundațiile artistice ale Egiptului, dezvoltând în continuare sculptura, pictura, arhitectura și ceramica. Arta greacă a început ca fiind mai mică și mai simplă decât cea egipteană, iar influența artei egiptene asupra grecilor a început în Insulele Ciclade între 3300 - 2003 î.Hr. Statuetele cicladice erau simple, lipsite de trăsături faciale, cu excepția nasului.

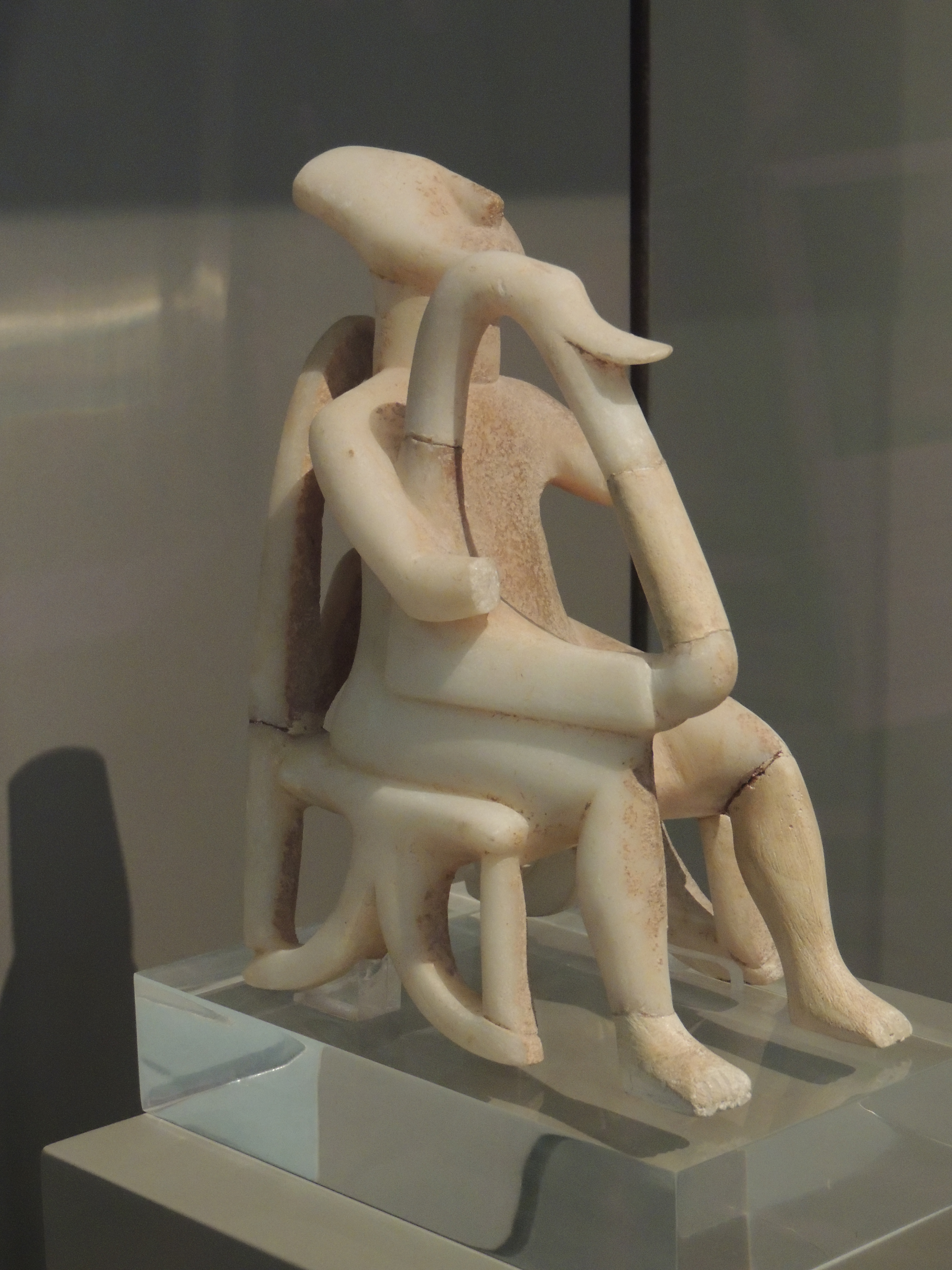
Harpistul, cea mai reprezentativă operă de artă cicladică; 2750-2200 î.Hr.; marmură; înălțime: 29,5 cm; se spune că ar fi de la Keros (Insulele Ciclade); Muzeul Național de Arheologie (Atena)
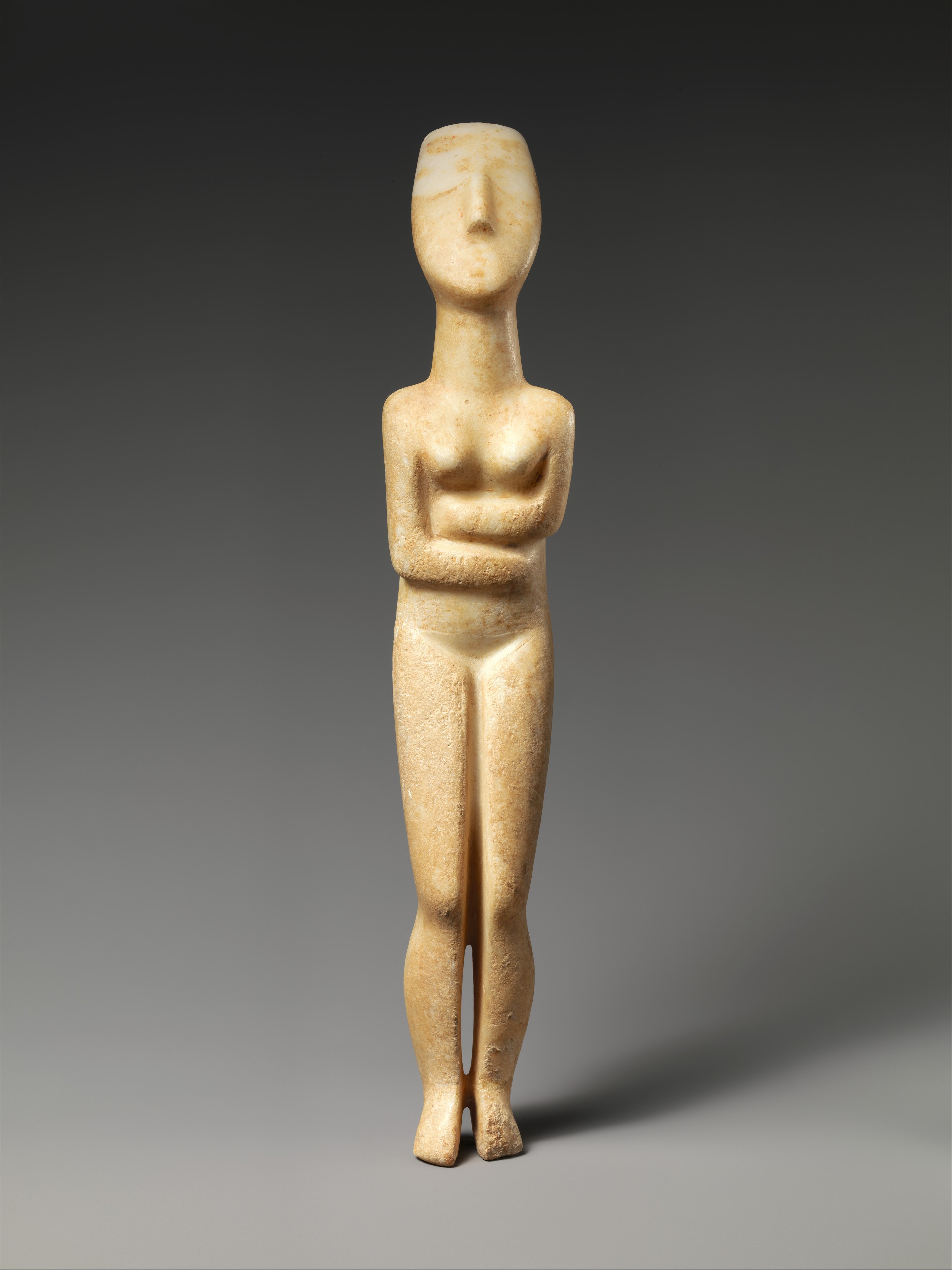
Figurină cicladică feminină; 2700–2600 î.Hr.; marmură; înălțime: 37,1 cm; Muzeul Metropolitan de Artă (New York City)
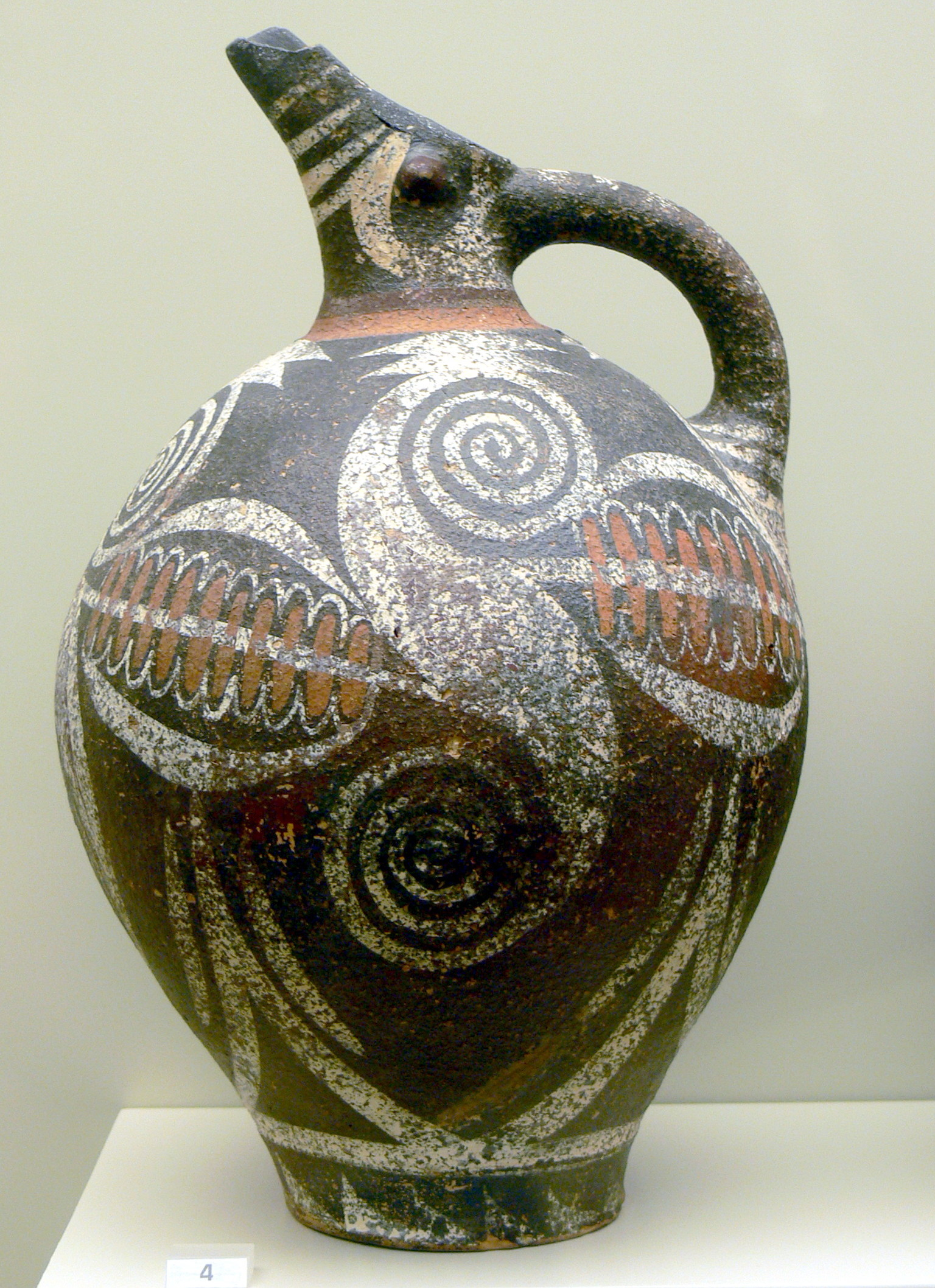
Ulcior, un exemplar al ceramicii de Kamares; 1850-1675 î.Hr,; ceramică; înălțime: 27 cm; de la Phaistos (Creta, Grecia); Muzeul Arheologic din Heraklion (Grecia)
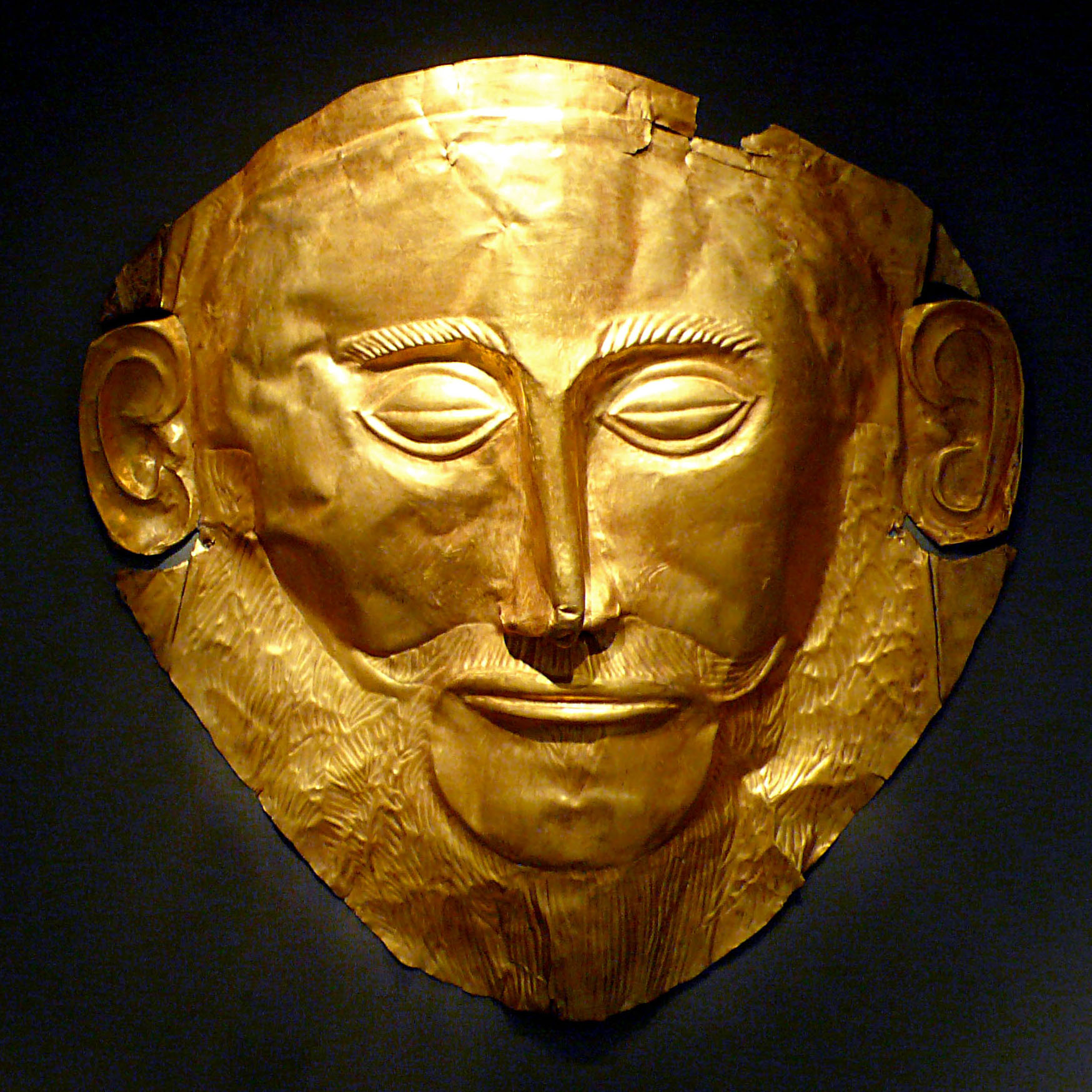
Masca lui Agamemnon, cea mai reprezentativă operă de artă miceniană; 1675-1600 î.Hr.; aur; înălțime: 25 cm, lățime: 27 cm, greutate: 169 g; Muzeul Național de Arheologie (Atena)
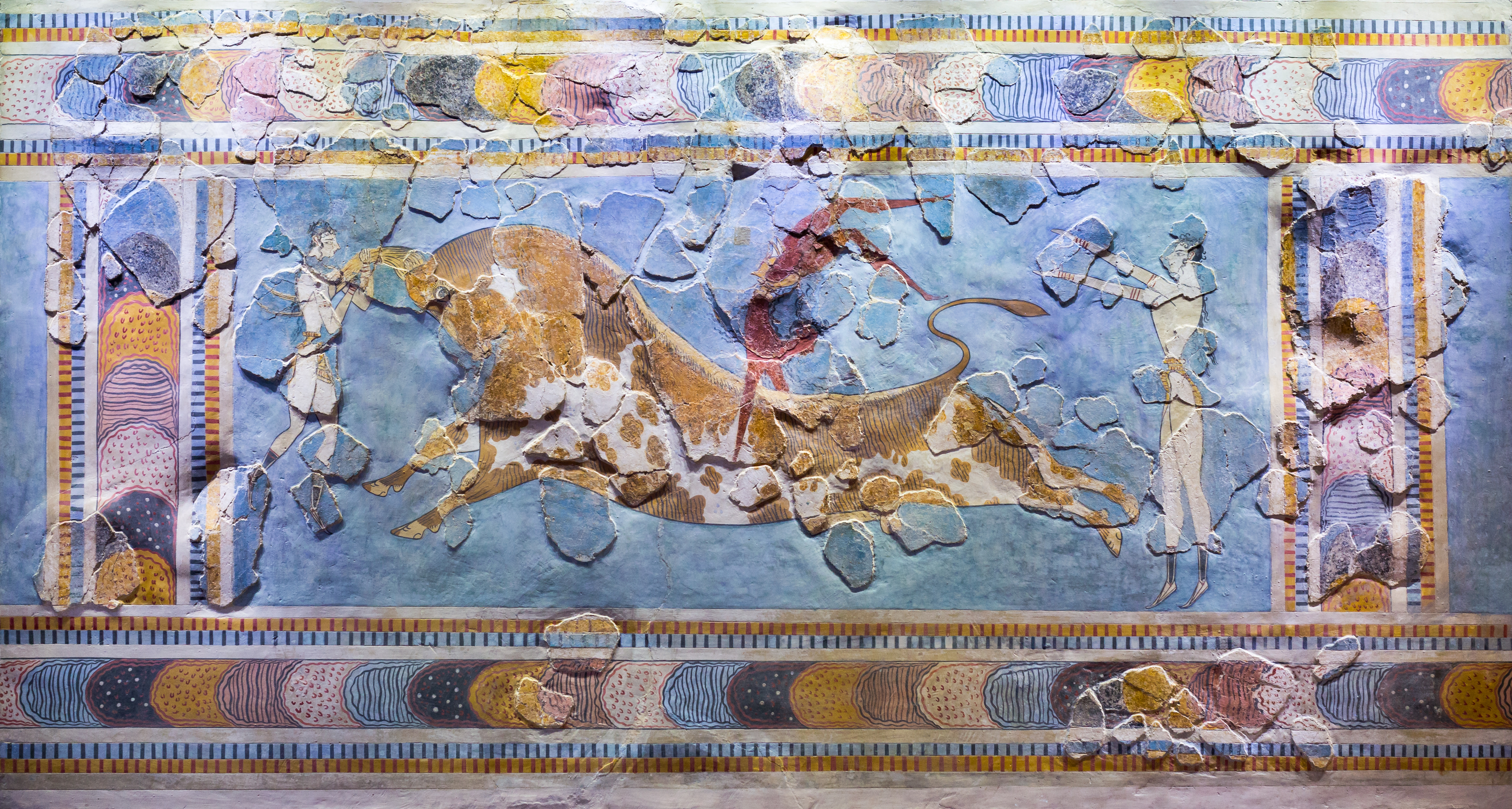
Frescă minoică în care apar acrobați care sar peste un taur; 1675-1460 î.Hr,; tencuiala de var; înălțime: 0,8 m, lățime: 1 m; din Palatul din Cnossos (Creta); Muzeul Arheologic din Heraklion
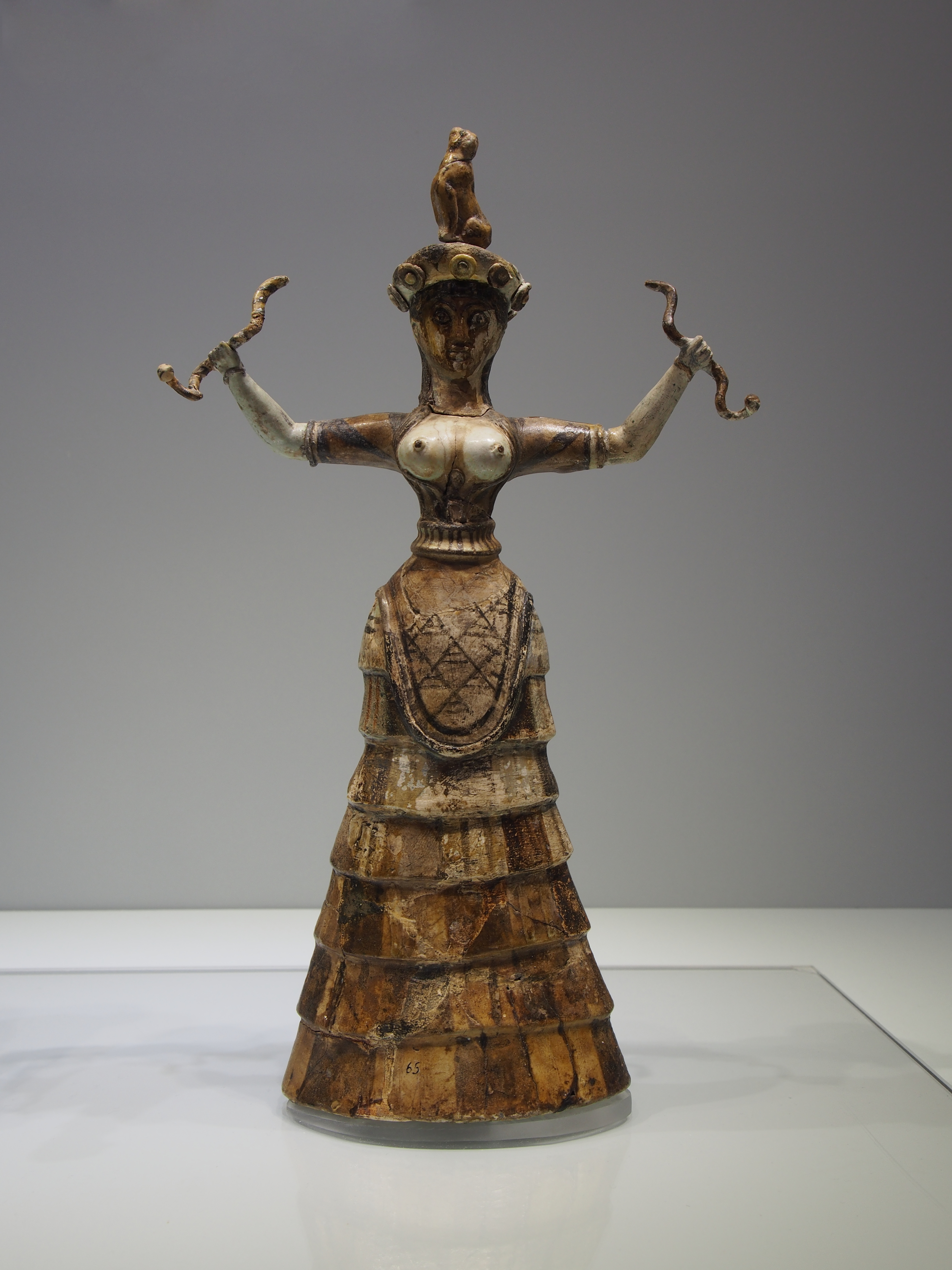
Zeită minoică cu șerpi; 1460-1410 î.Hr.; faianță; înălțime: 29,5 cm; din Depozitul Templului din Knossos; Muzeul Arheologic din Heraklion
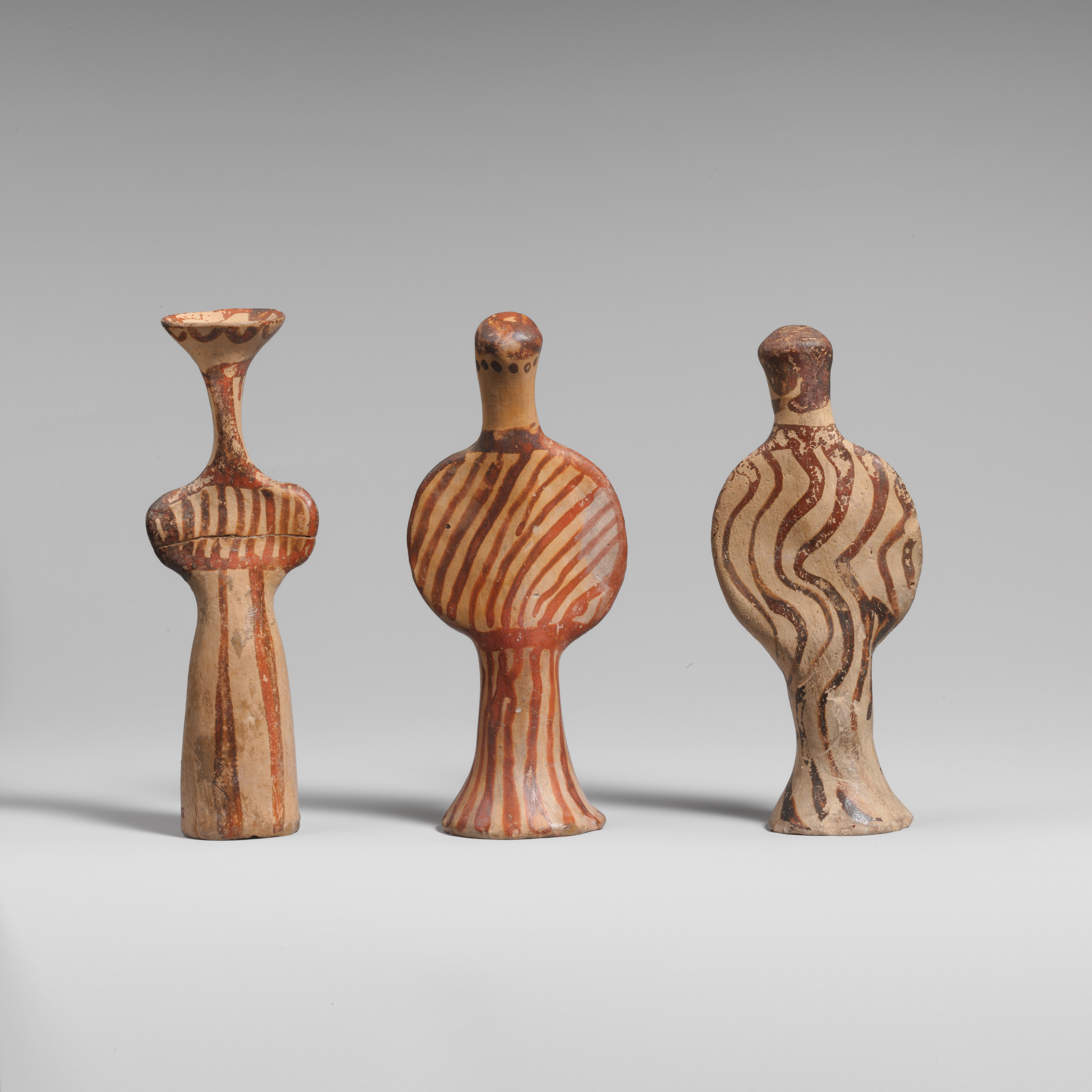
Trei figurine feminine miceniene; 1400-1300 î.Hr.; teracotă; înălțimi: 10,8 cm, 10,8 cm și 10,5 cm; Muzeul Metropolitan de Artă
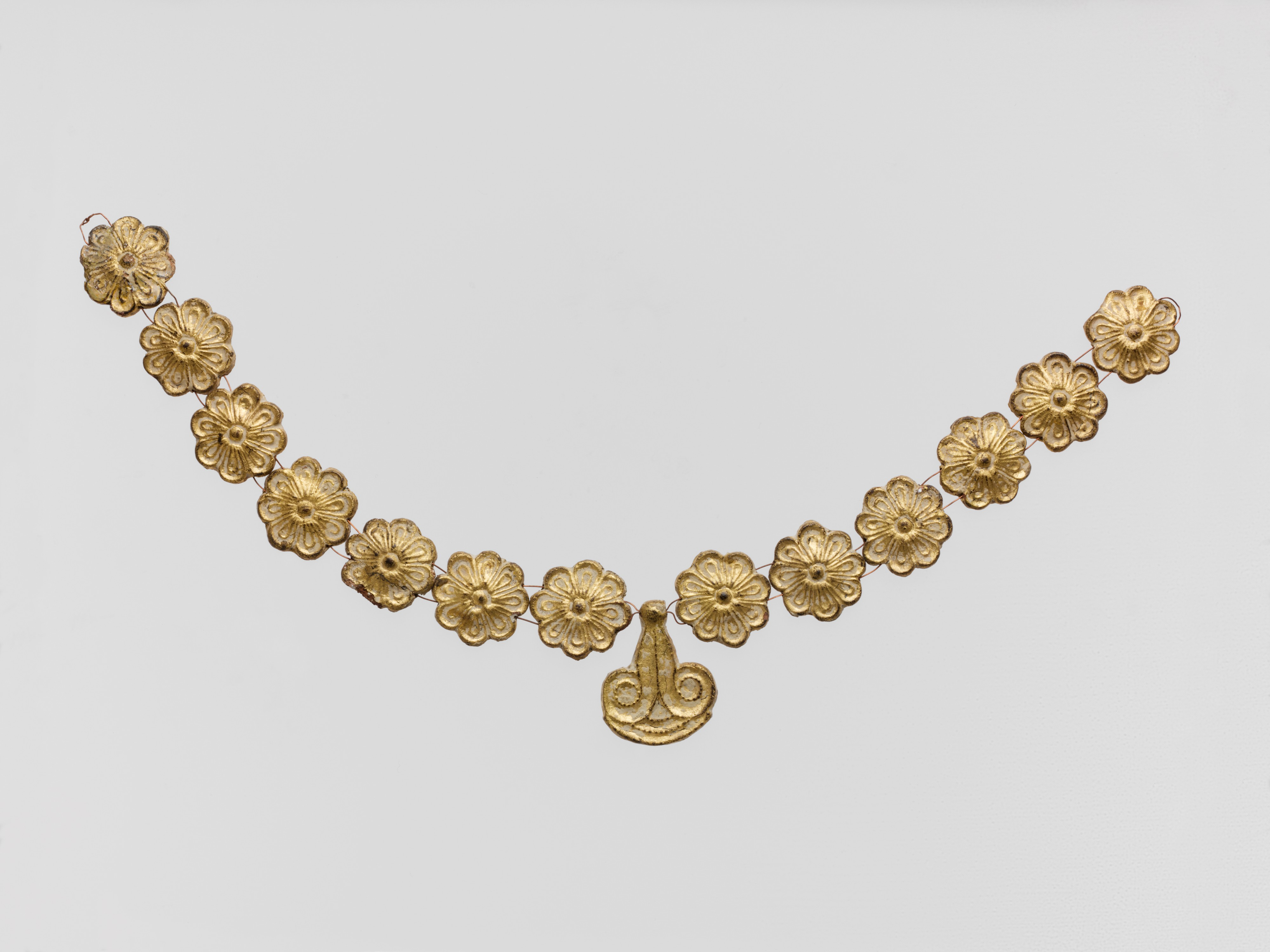
Colier micenian; 1400-1050 î.Hr.; teracotă aurită; diametrul rozetelor: 2,7 cm, cu variații de aproximativ 0,1 cm, lungimea pandantivului: 3,7 cm; Muzeul Metropolitan de Artă

#### Perioada geometrică
După prăbușirea civilizației miceniene, a apărut un stil artistic elen care ilustrează clar ruptura în cultură și artă dintre Epoca Bronzului și cea a Fierului care a urmat. Stilurile protogeometrice (circa 1050-900 î.Hr.) și geometricele (circa 900-700 î.Hr.) se caracterizează prin simplitatea lor marcantă de decorare, deoarece motivele florale și marine mai vechi au fost înlocuite cu modele abstracte. În noile stiluri, modelul a fost aplicat riguros la formă, fiecare element decorativ fiindu-i subordonat, dar îmbunătătind întregul. Suprafețele sunt decorate cu triunghiuri, linii, semicercuri și cercuri concentrice. Meandrul (cunoscut și ca cheie greacă) era popular, la fel ca romburile, zig-zagurile și stelele. Figurile geometrice, pictate sau sculptate, se conformează unei estetici abstracte. Chiar dacă au forme reconoscibile, oamenii și animalele sunt compuși dintr-o combinație de cercuri, triunghiuri și dreptunghiuri, mai degrabă decât forme organice, realiste.

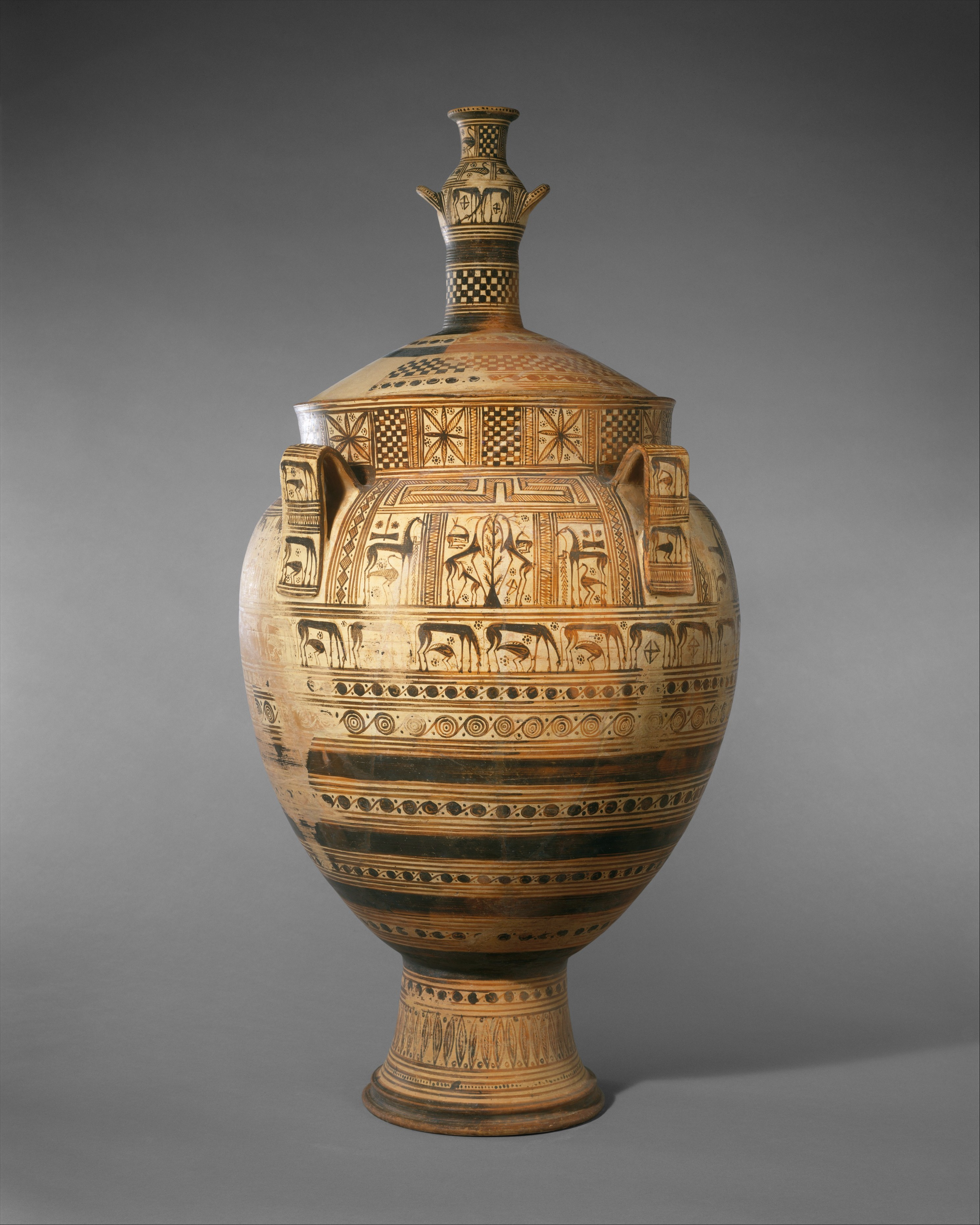
Crater cu capacul decorat cu o mică hidrie în vârf; 750-740 î.Hr,; teracotă; înălțime: 114,9 cm; Muzeul Metropolitan de Artă (New York City)
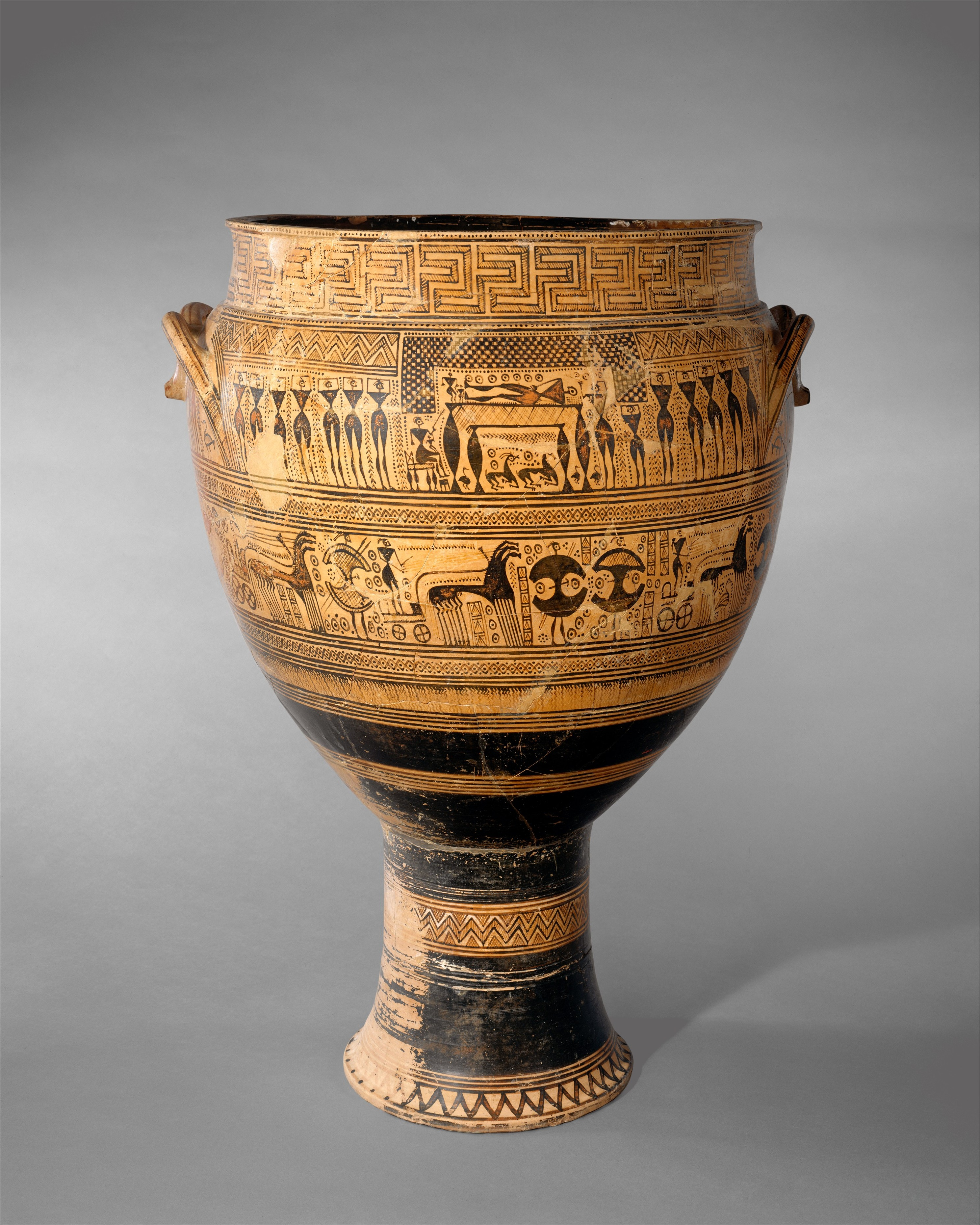
Crater; 750-735 î.Hr.; teracotă; înălțime: 108,3 cm, diametru: 72,4 cm; Muzeul Metropolitan de Artă
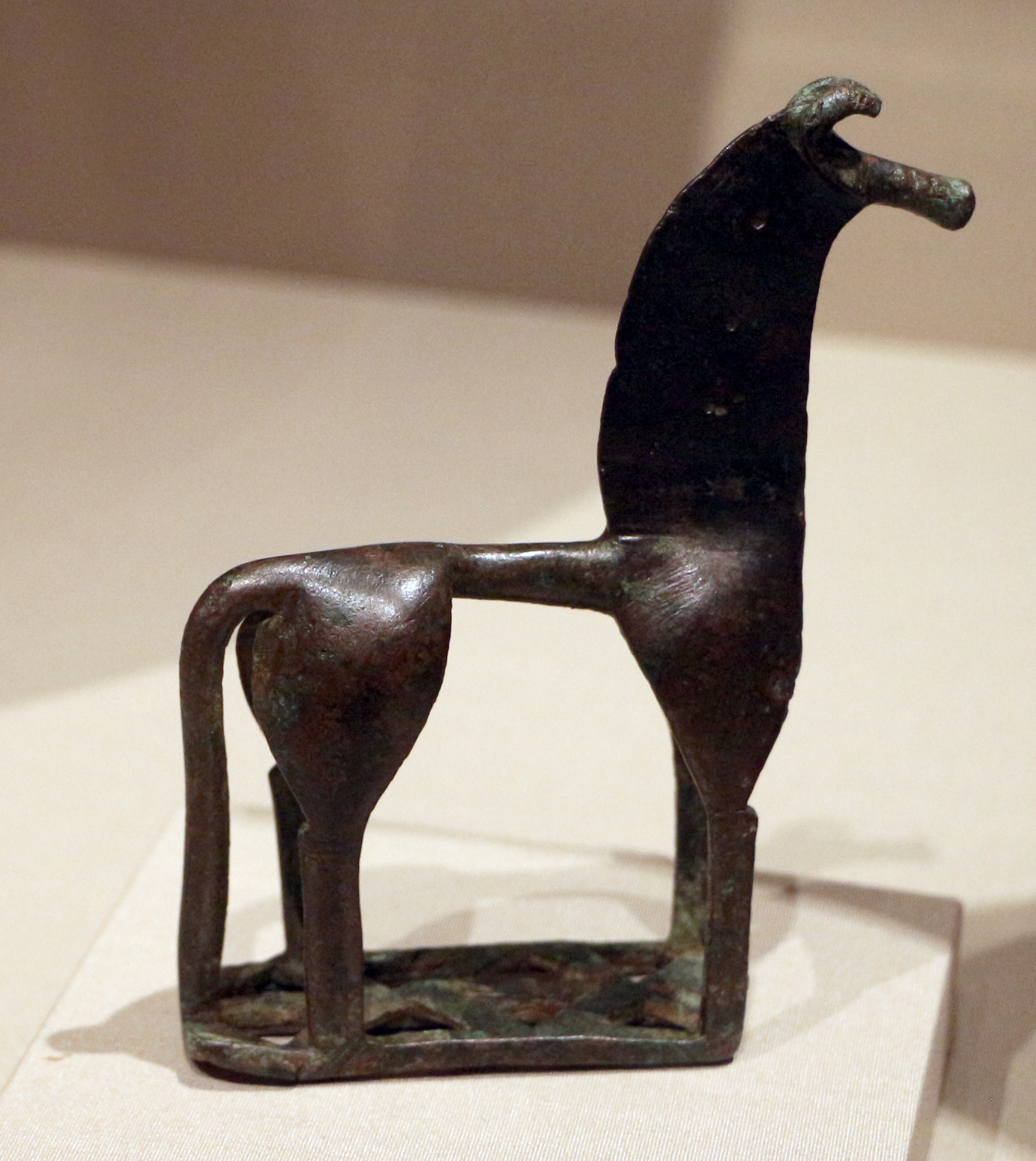
Statueta unui cal; 750-700 î.Hr.; bronz; per ansamblu: 11,5 x 10 x 2,6 cm; Muzeul de Artă din Cleveland (Cleveland, Ohio, US)
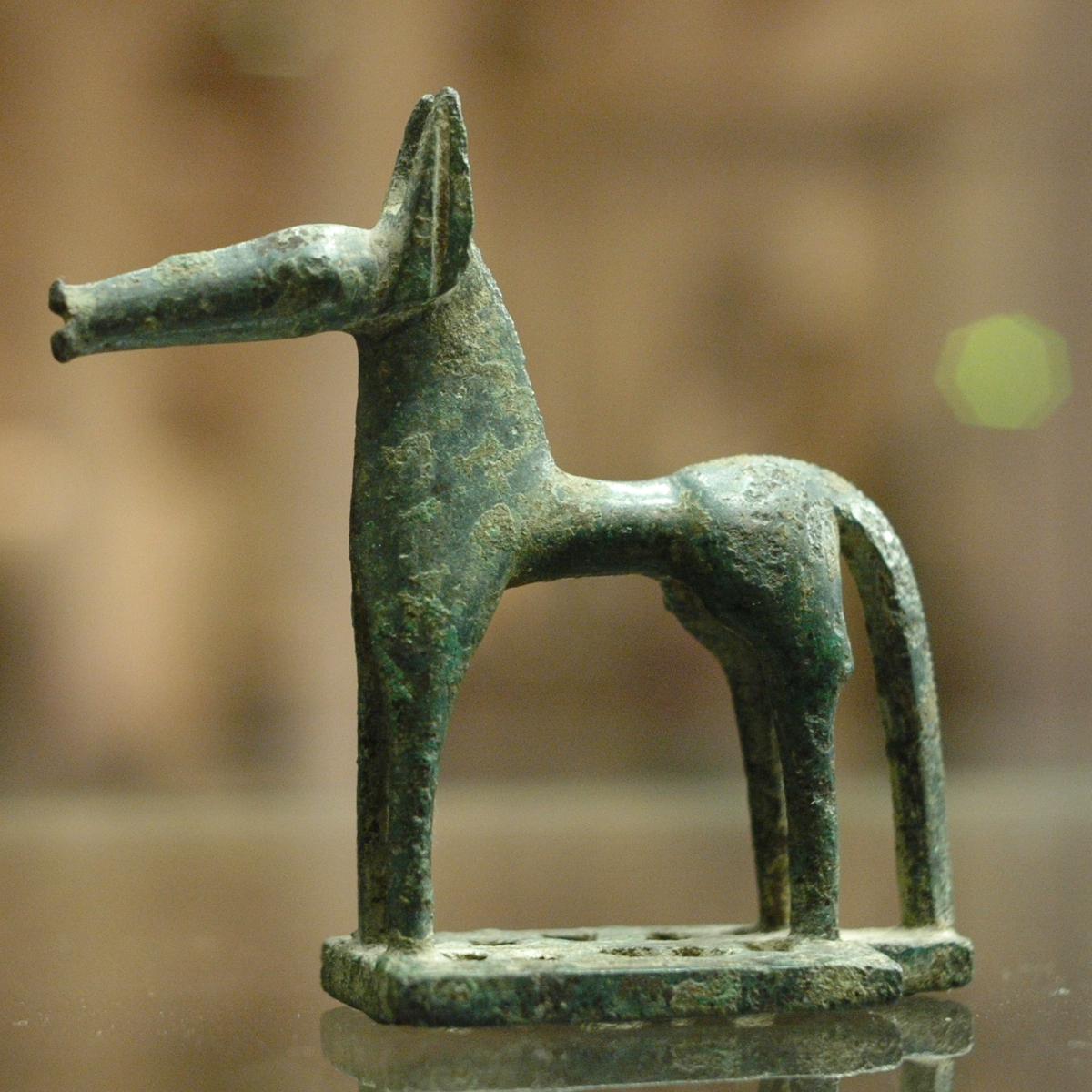
Statueta unui cal; circa 740 î.Hr.; bronz; înălțime: 6,5 cm; Luvru

#### Perioada clasică și cea elenistică
Figura umană a rămas cea mai semnificativă reprezentare din sculptura greacă din perioada clasică (secolele V și IV î.Hr.).  Artiștii s-au străduit să echilibreze frumusețea corporală idealizată și anatomia din ce în ce mai realistă, imitând natura prin redarea precisă a ligamentelor, musculaturii și curbelor formei umane.

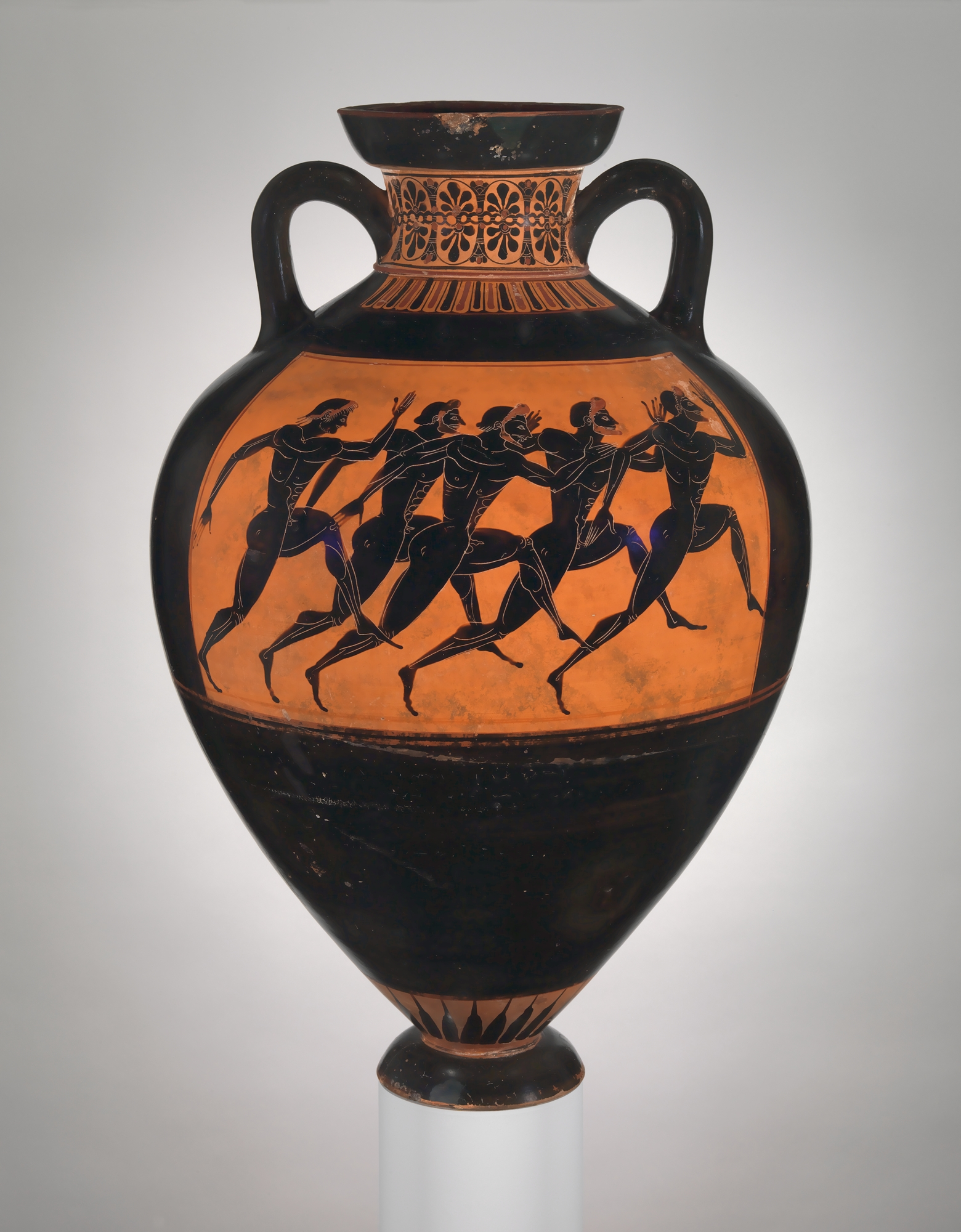
Amforă; circa 530 î.Hr.; teracotă pictată; înălțime: 62,2 cm; Muzeul Metropolitan de Artă (New York City)
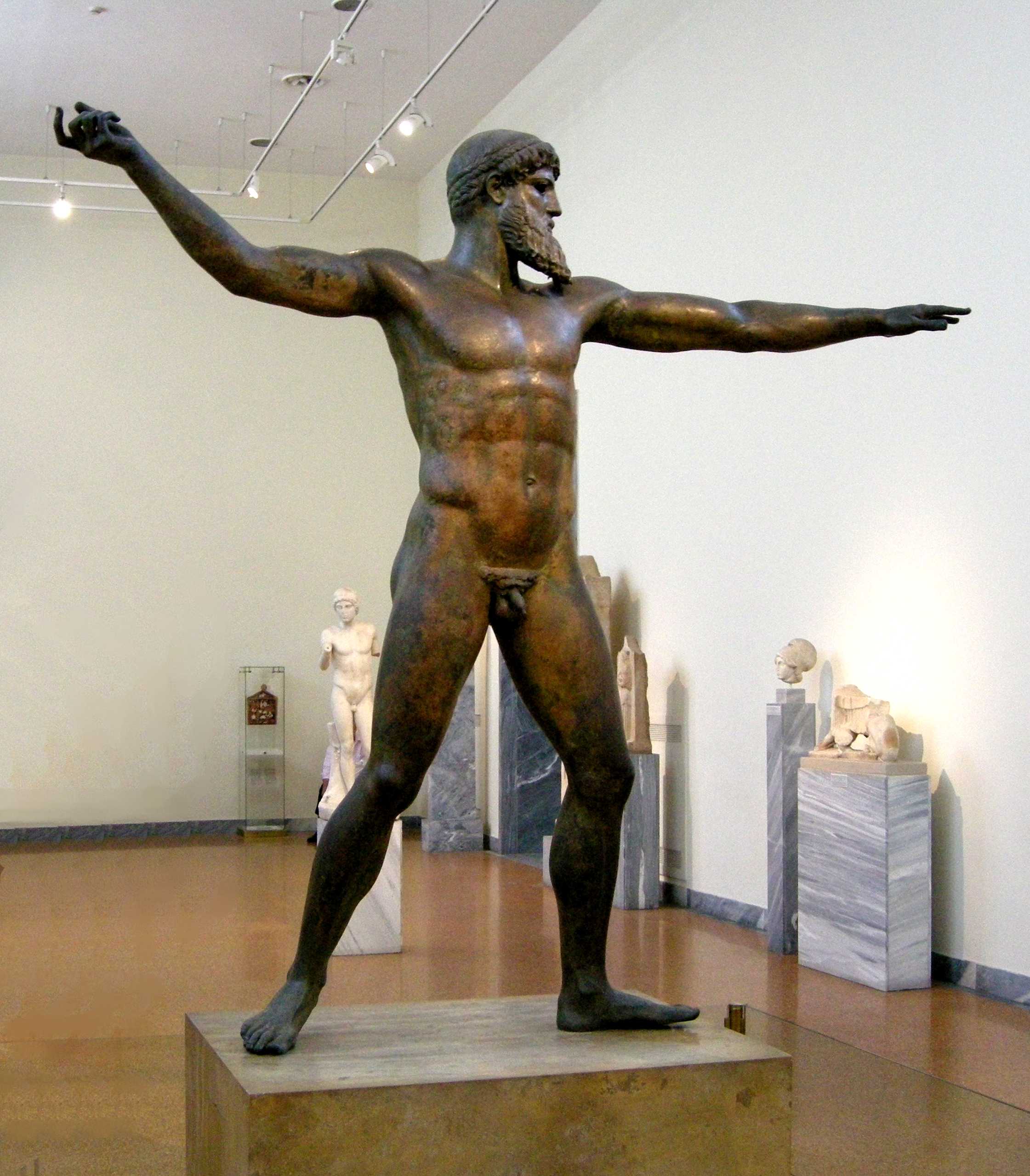
Zeus sau Poseidon; 460-450 î.Hr,; bronz; înălțime: 2,1 m; Muzeul Național de Arheologie (Atena)
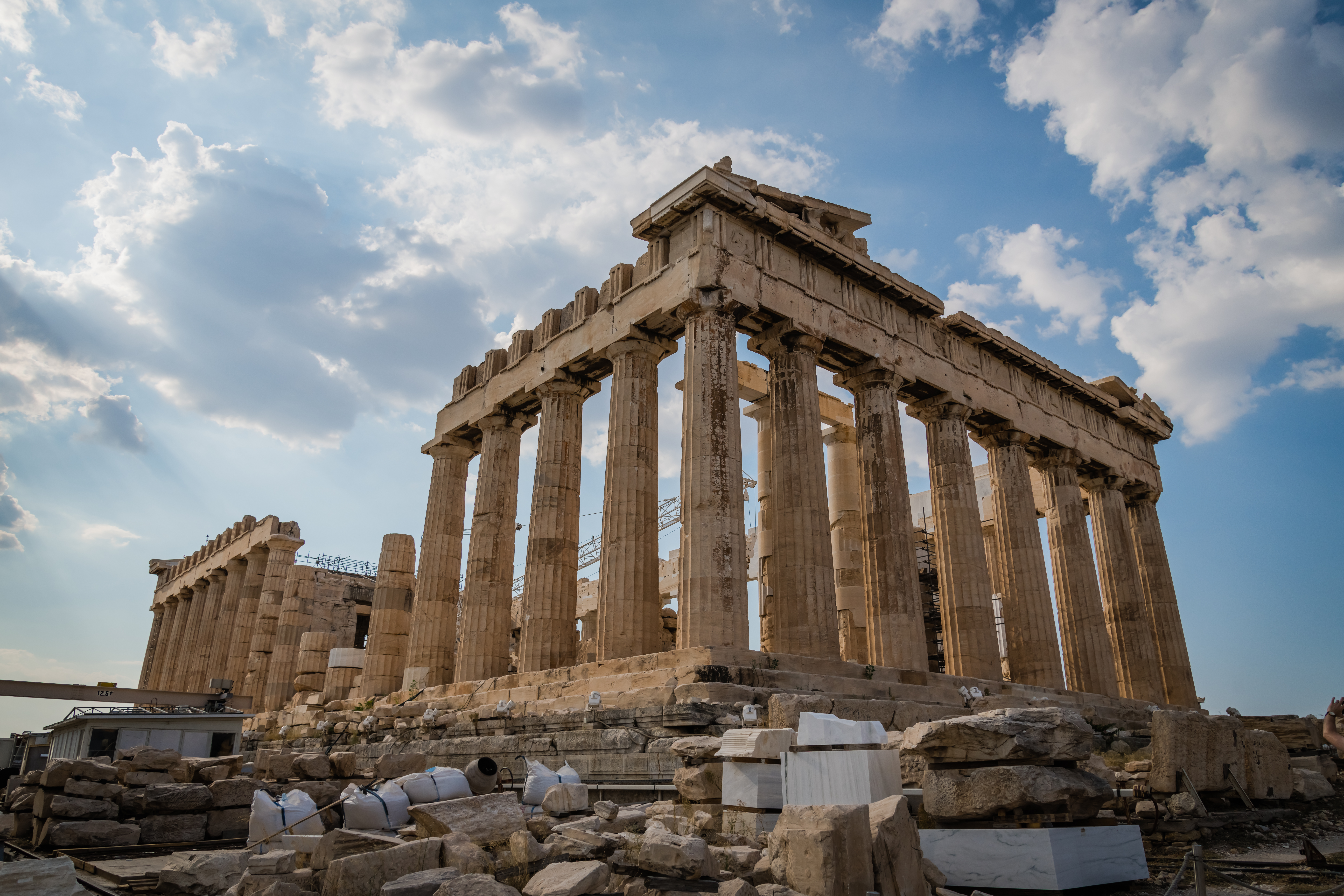
Partenonul de pe Acropola din Atena, cel mai cunoscut templu grec doric, construit din marmură și calcar, între circa 460-406 î.Hr., dedicate zeiței Atena
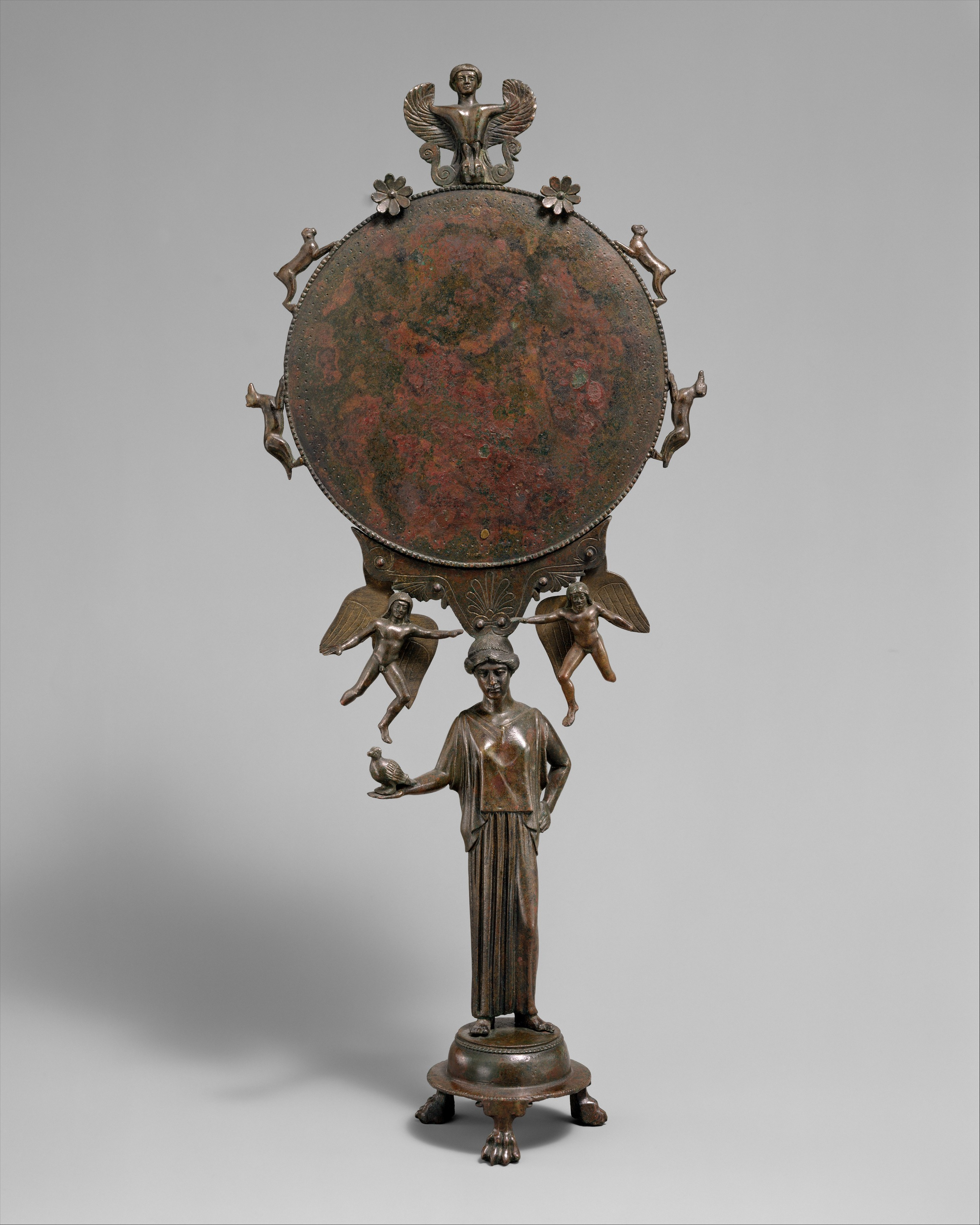
Oglindă cu suportul în formă de femeie; mijlocul secolului al V-lea î.Hr.; bronz; înălțime: 40,41 cm; Muzeul Metropolitan de Artă
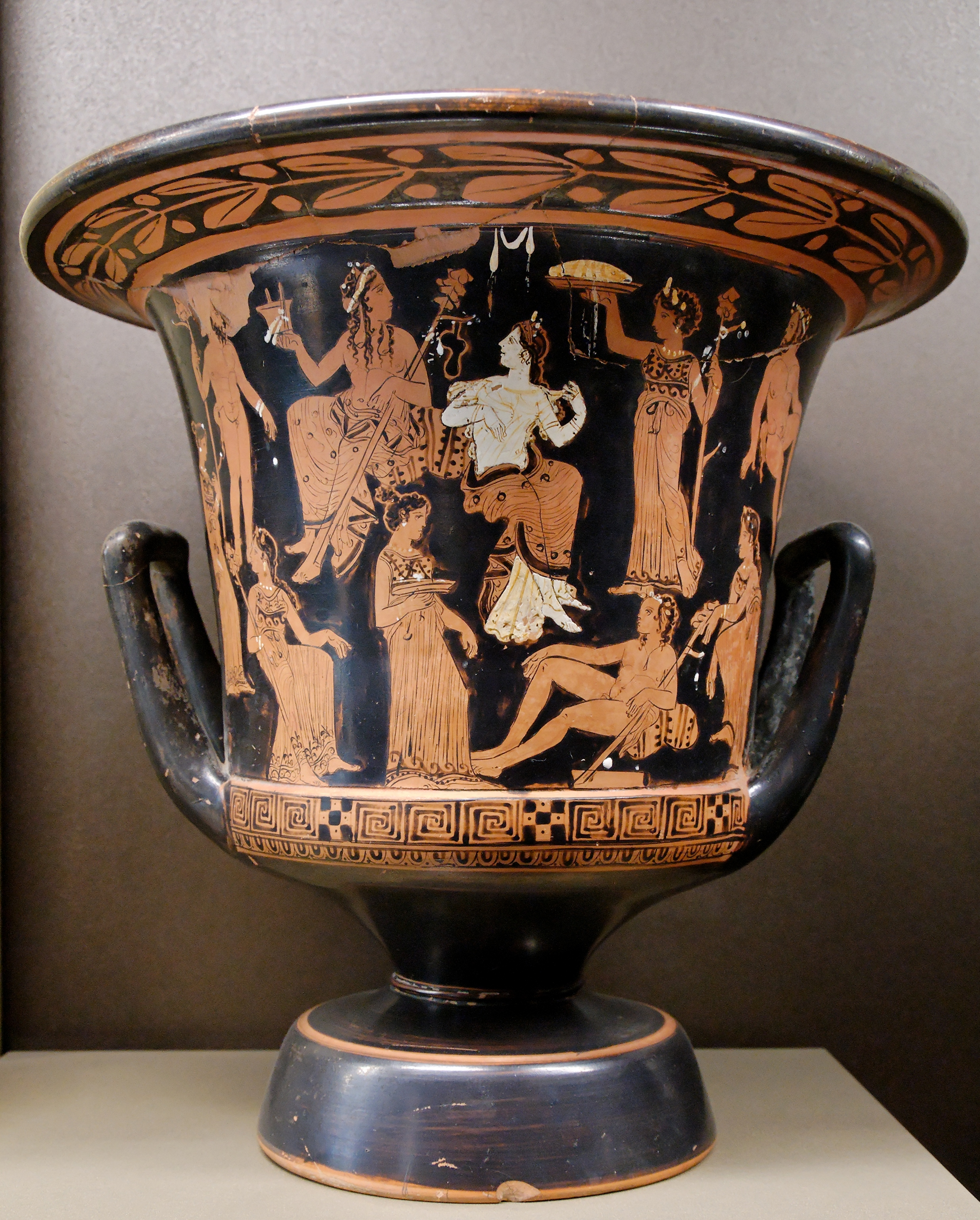
Caliciu-crater; 400-375 î.Hr.; ceramică; înălțime: 27,9 cm, diametru: 28,6 cm; din Teba (Grecia); Luvru
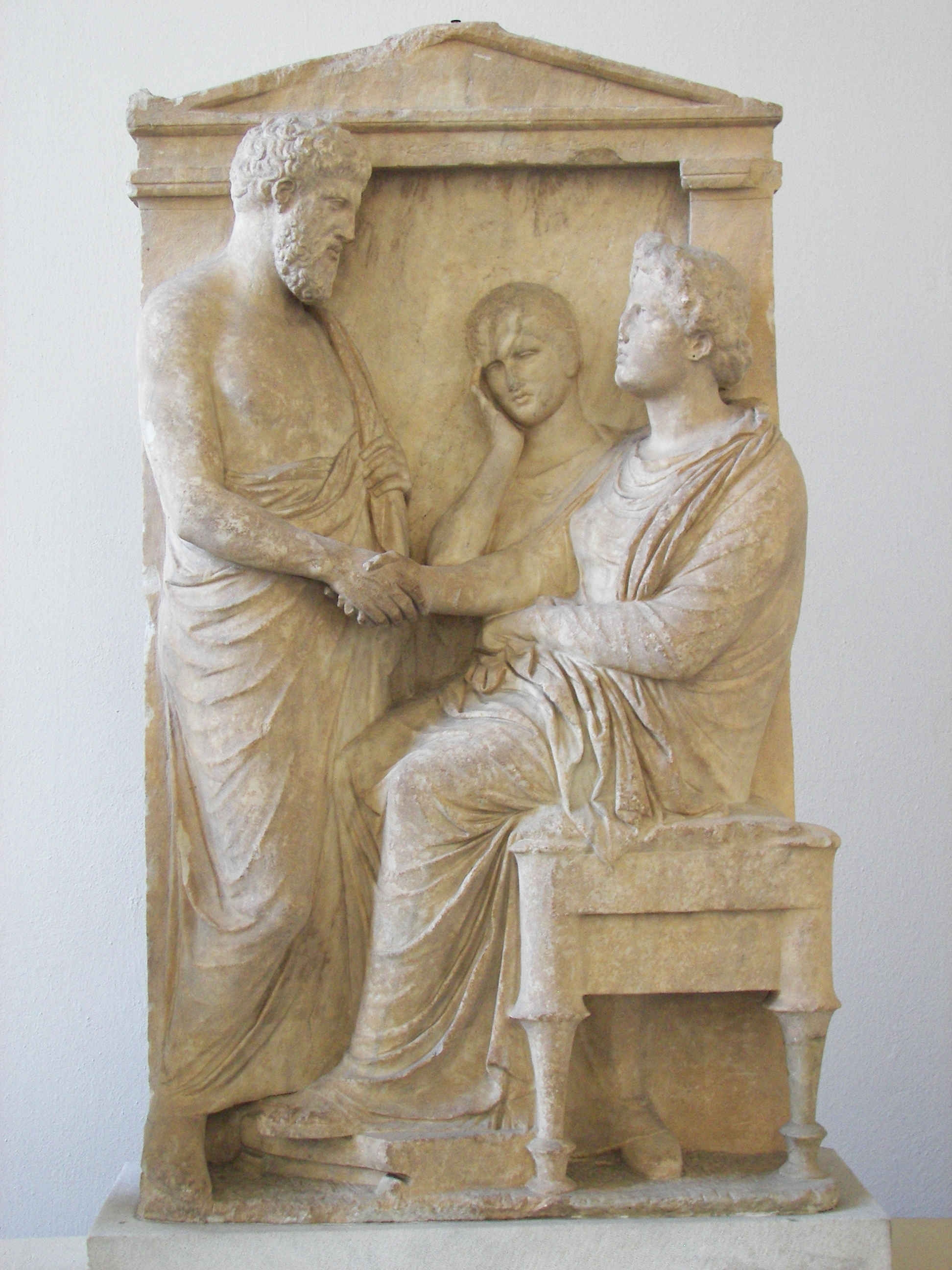
Relieful de mormânt al lui Thraseas și Euandria; 375-350 î.Hr.; marmură pentilică; înălțime: 160 cm, lățime: 91 cm; Muzeul Pergamon (Berlin)
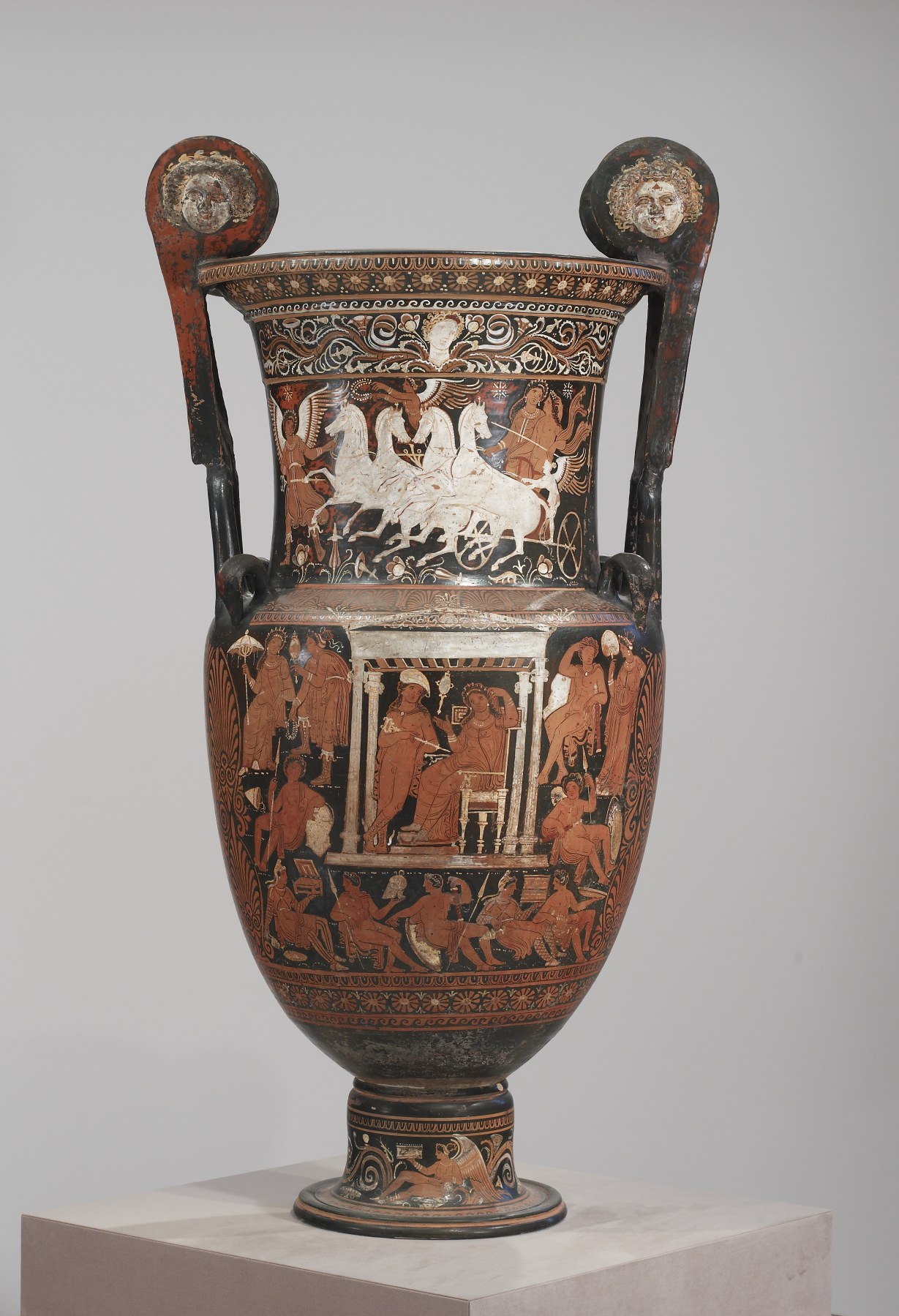
Crater cu volute; 320-310 î.Hr.; ceramică; înălțime: 1,1 m; Muzeul de Artă Walters (Baltimore, SUA)
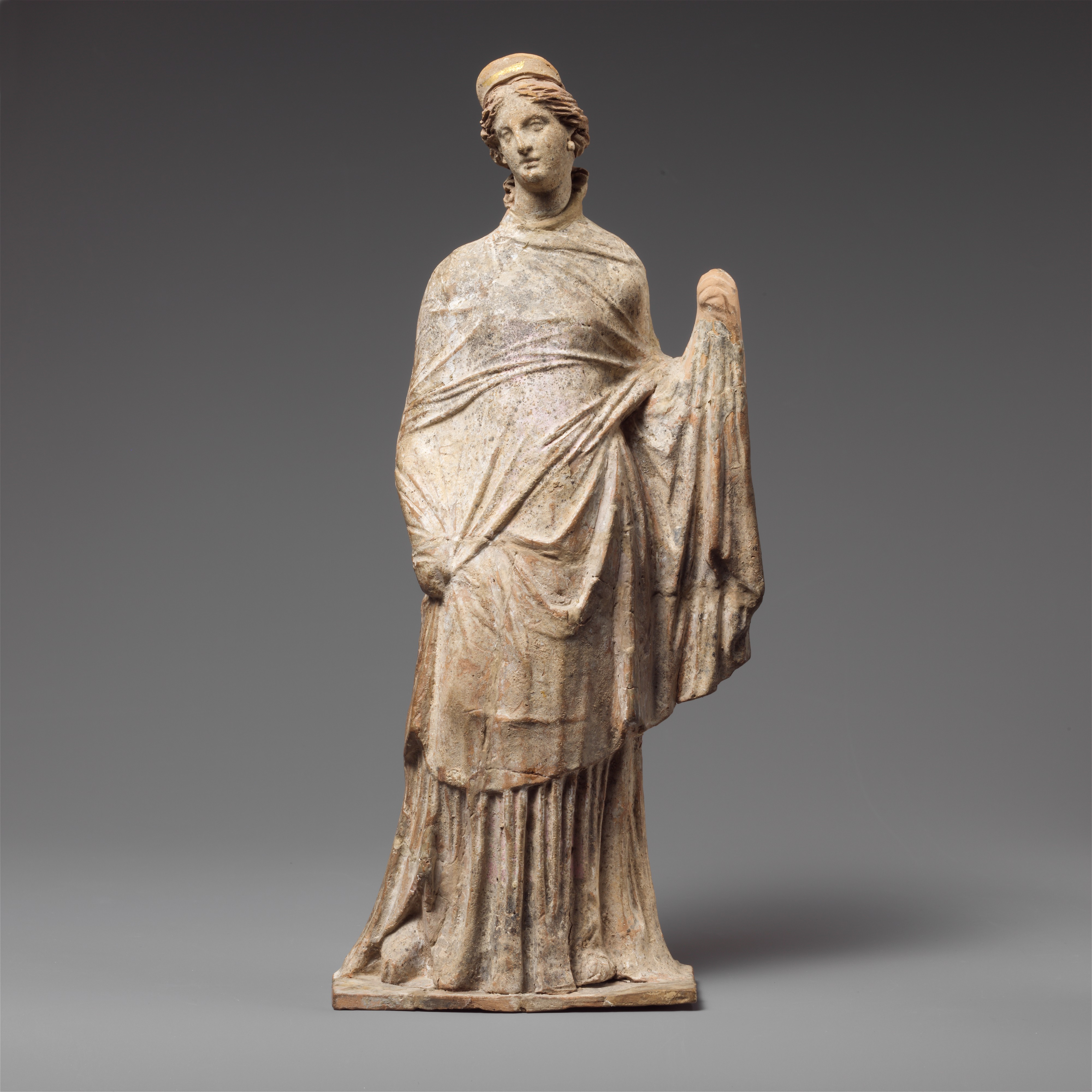
Statueta unei femei; secolul al II-lea î.Hr.; teracotă; înălțime: 29,2 cm; Muzeul Metropolitan de Artă
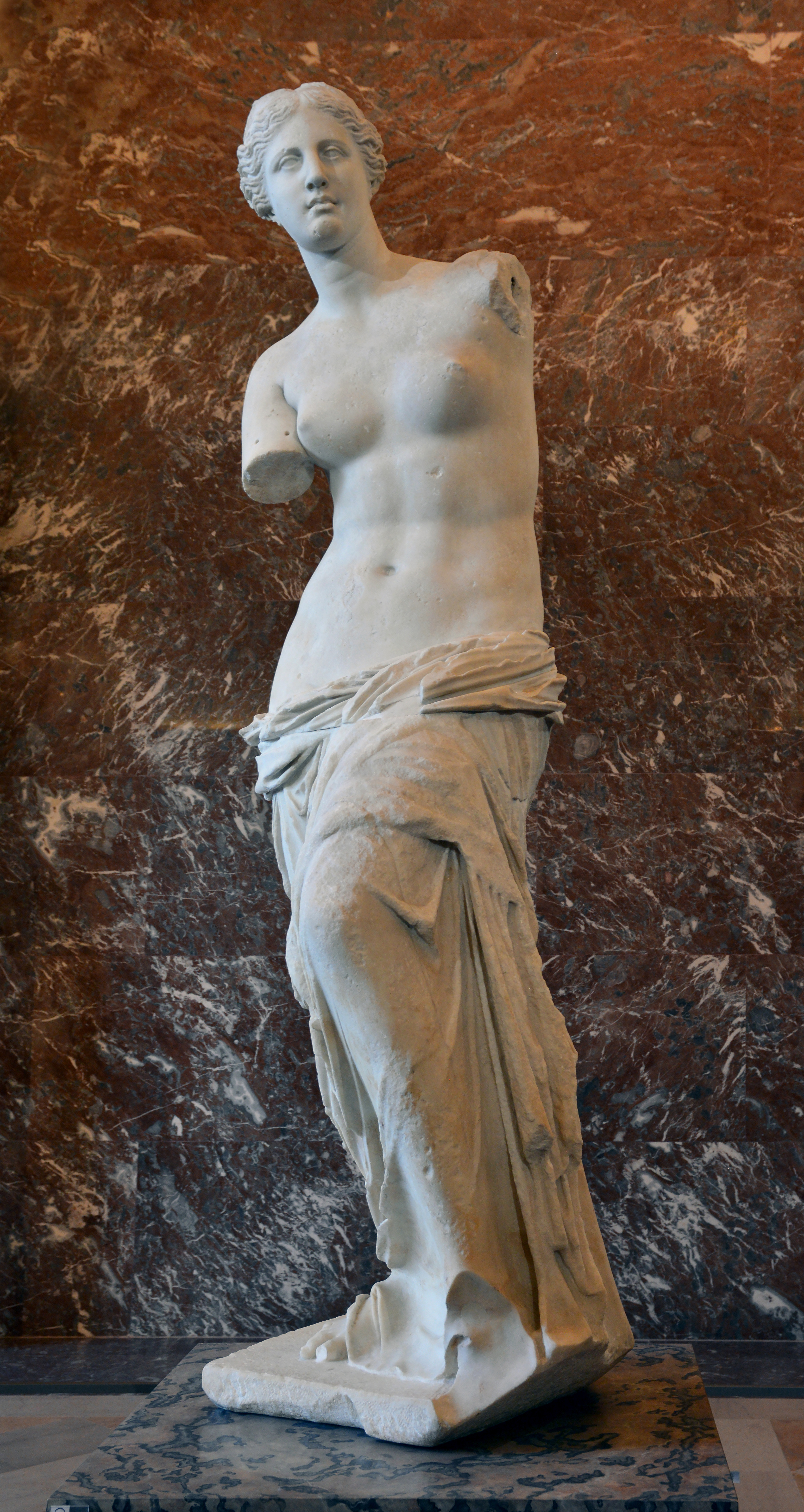
Venus din Milo; 130–100 î.Hr.; marmură; înălțime: 203 cm; Luvru
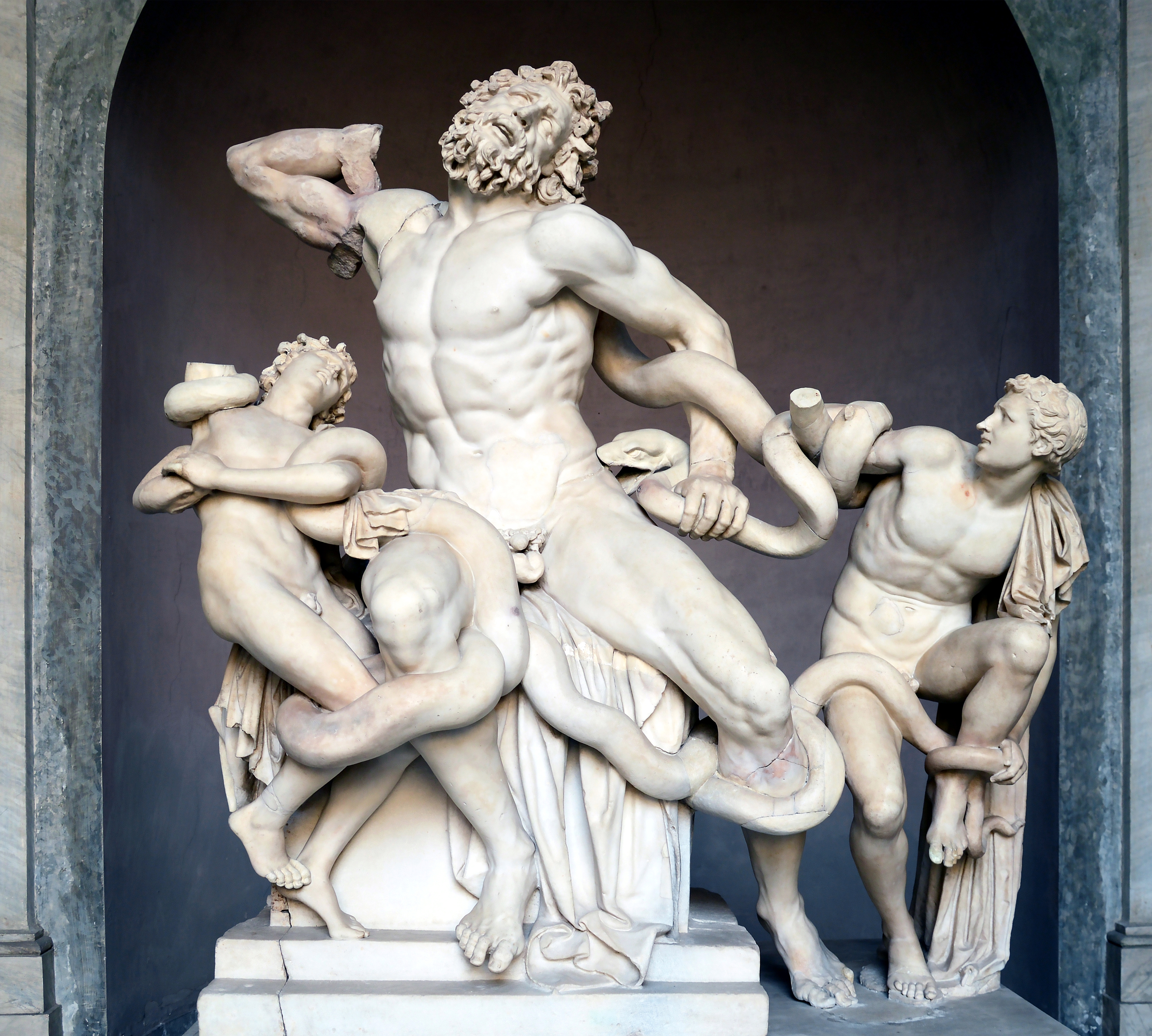
Laocoon și fiii săi; secolul I î.Hr. timpuriu; marmură; înălțime: 2,4 m; Muzeele Vaticane (Vatican)
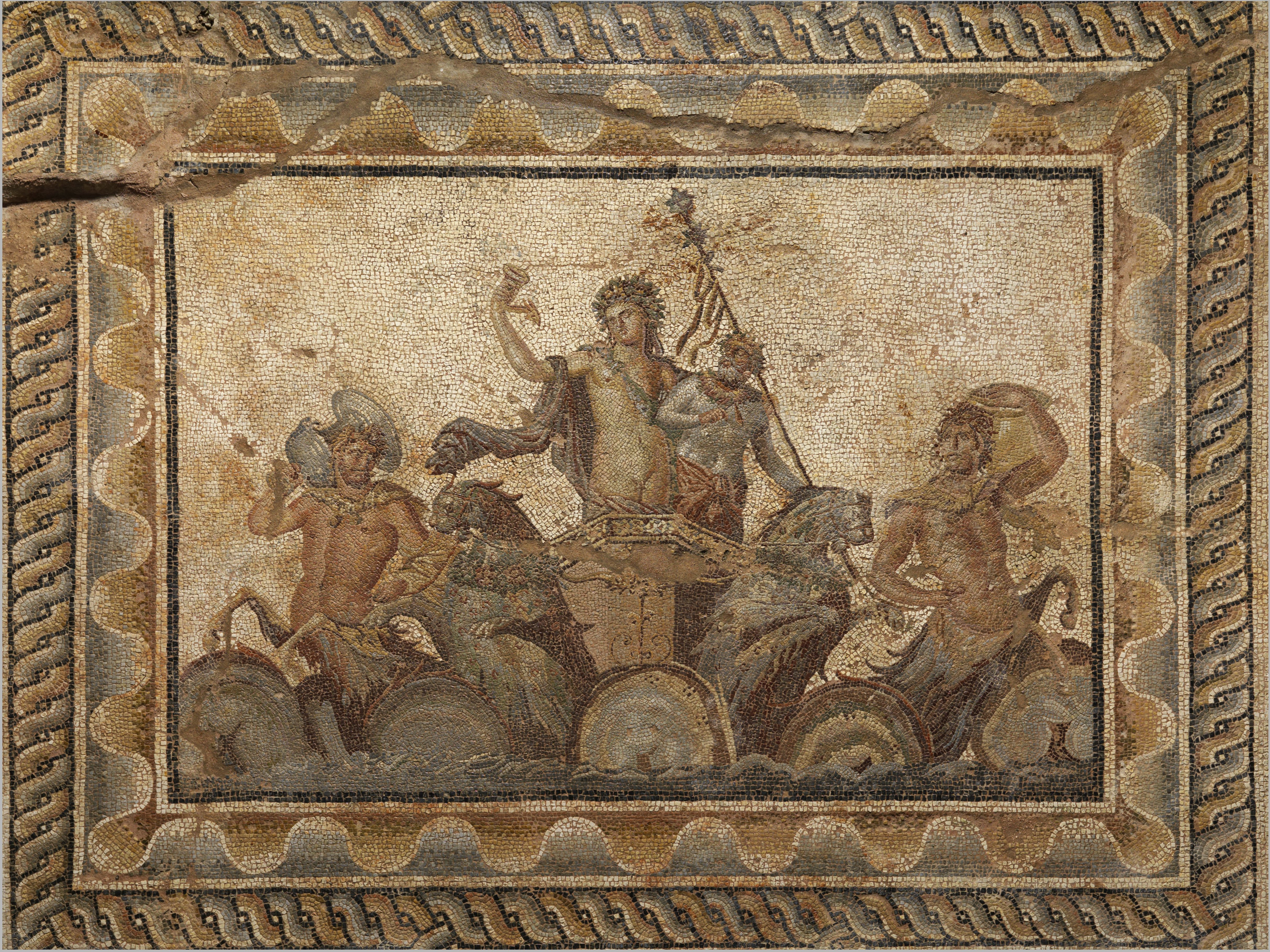
Mozaic care prezintă Epifania lui Dionis; secolul al II-lea d.Hr.; din Vila lui Dionis (Dion, Grecia); Muzeul Arheologic din Dion
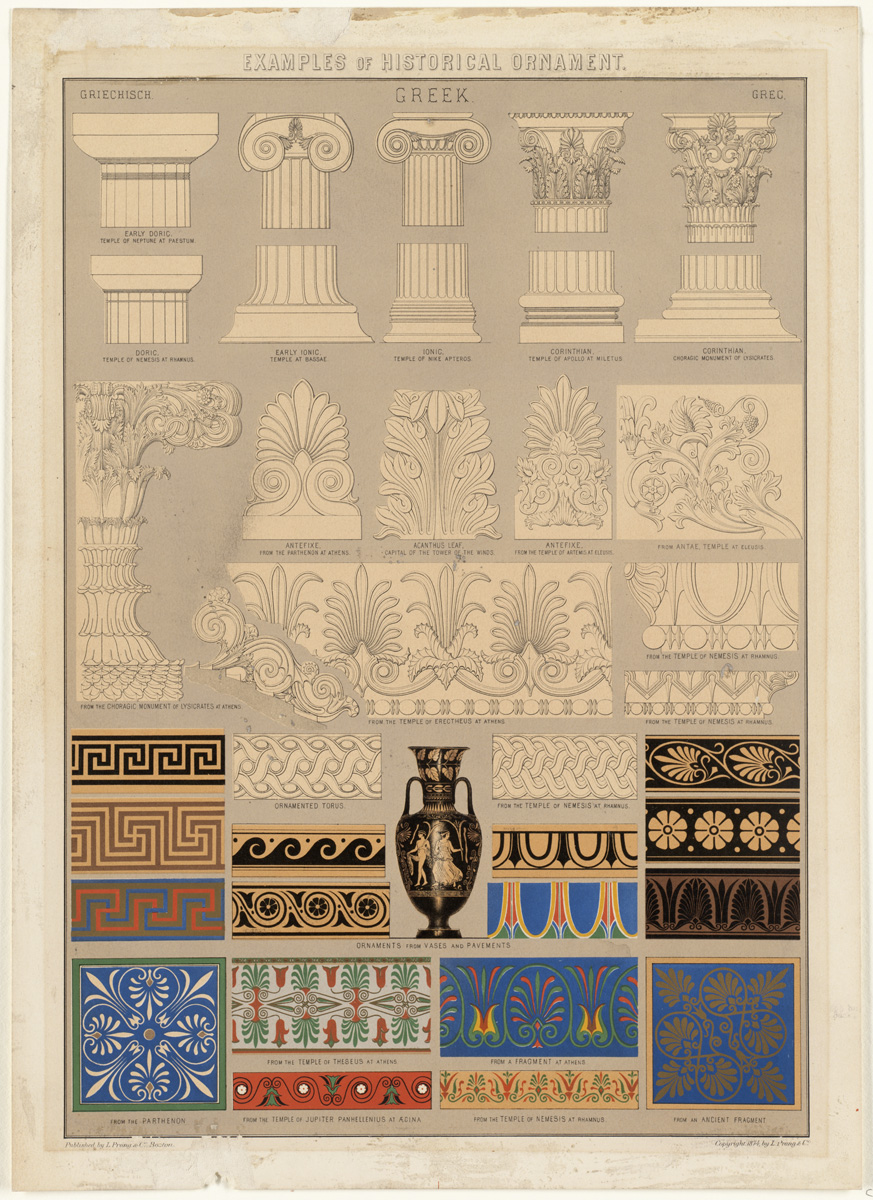
Ilustrații cu exemple de ornamente și modele grecești, desenate în 1874

### Fenicia

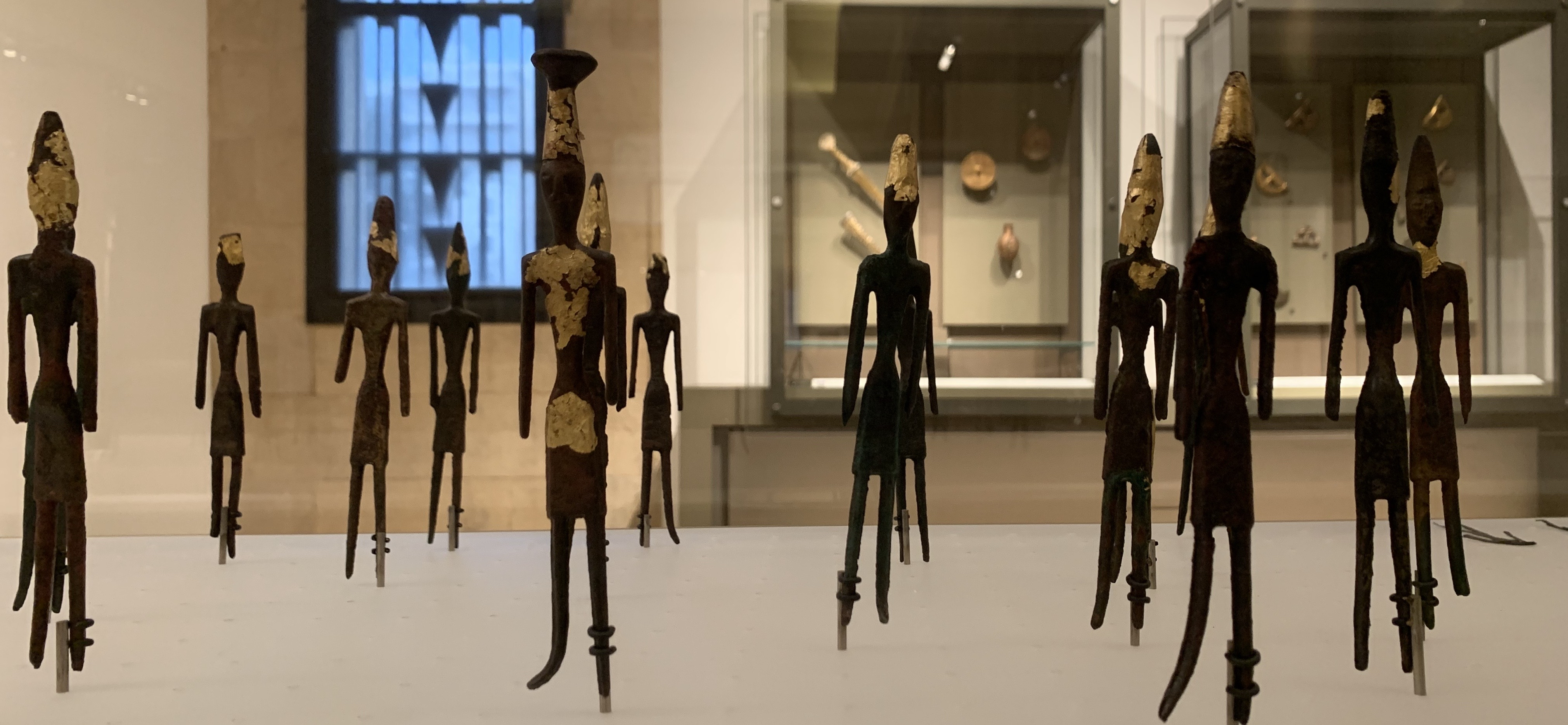
Figurinele de Byblos, niște statuete feniciene din Byblos; secolele al XIX-lea-al XVIII-lea î.Hr.; bronz, probabil aurit; Muzeul Național din Beirut (Liban)

Artei feniciene îi lipsesc caracteristici unice care ar putea să o distingă de contemporanele sale. Acest lucru se datorează faptului că e puternic influențată de culturile artistice străine: în primul rând de Egipt, Grecia și Asiria. Fenicienii învățați pe malurile Nilului și Eufratului au dobândit o experiență artistică largă și au ajuns în sfârșit să-și creeze propria lor artă, care e un amalgam de modele și perspective străine.
De-a lungul timpului, influența artistică egipteană a devenit deosebit de importantă, reflectând adesea relațiile politice și economice în evoluție între cele două civilizații. De exemplu, celebrul sarcofag Ahiram arată o mică influență a dinastiilor XX și XXI ale Egiptului - în schimb purtând convenții artistice din nordul Siriei - în timp ce arta ulterioară avea motive egiptene care reflectau reluarea legăturilor feniciene cu a XXII-a Dinastie Egipteană. Arta feniciană s-a diferențiat și de contemporanii săi în continuarea convențiilor din Epoca Bronzului până în cea a Fierului, producând de exemplu măștile din teracotă specific feniciene.  Pe baza relatărilor contemporane, artizanii fenicieni erau cunoscuți pentru priceperea cu care prelucrau lemnul, fildeșul, bronzul și textilele.

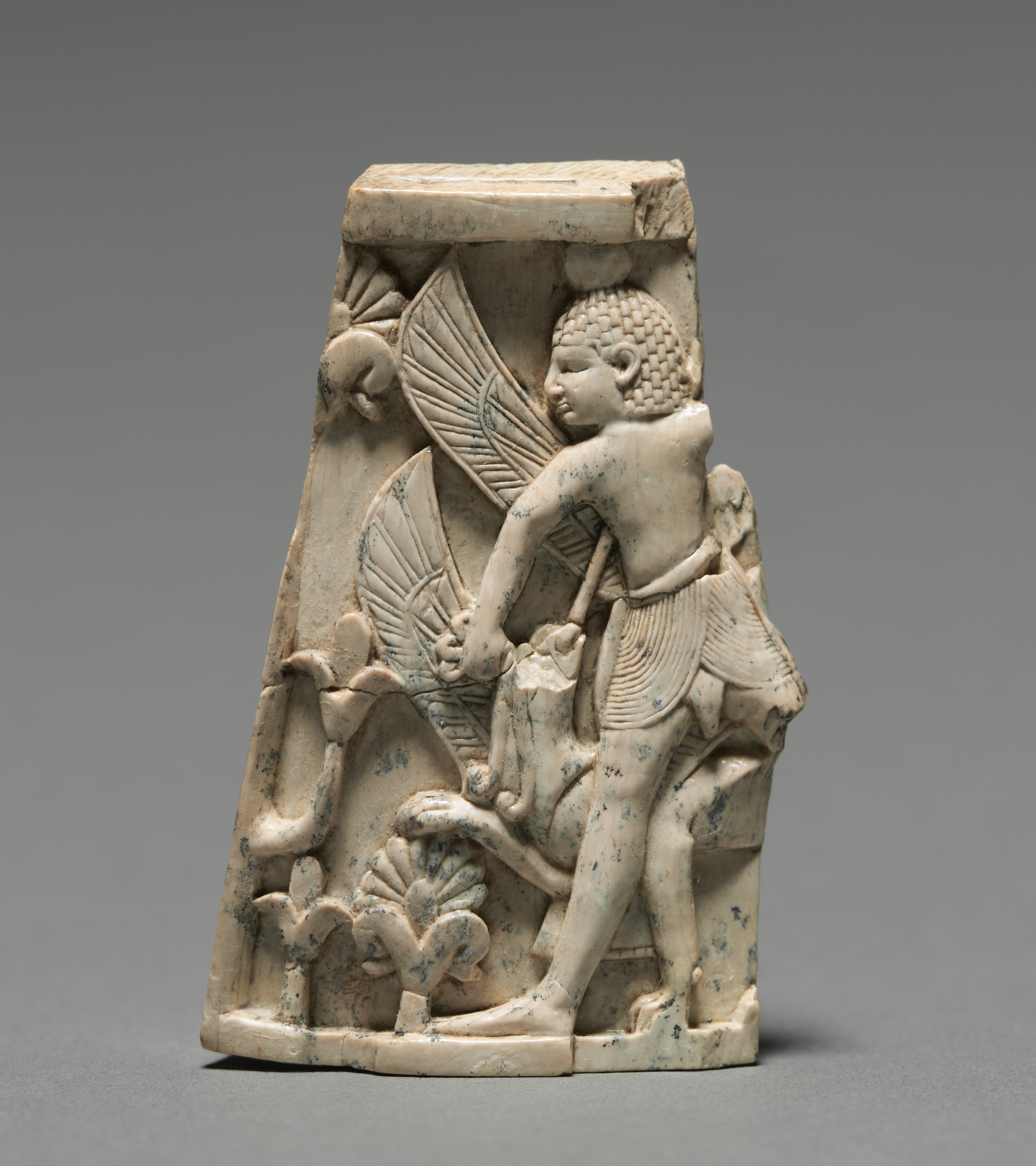
Placă decorativă care înfățișează lupta dintre un om și un grifon; 900–800 î.Hr.; fildeș de Nimrud; Muzeul de Artă din Cleveland (Cleveland, Ohio, SUA)
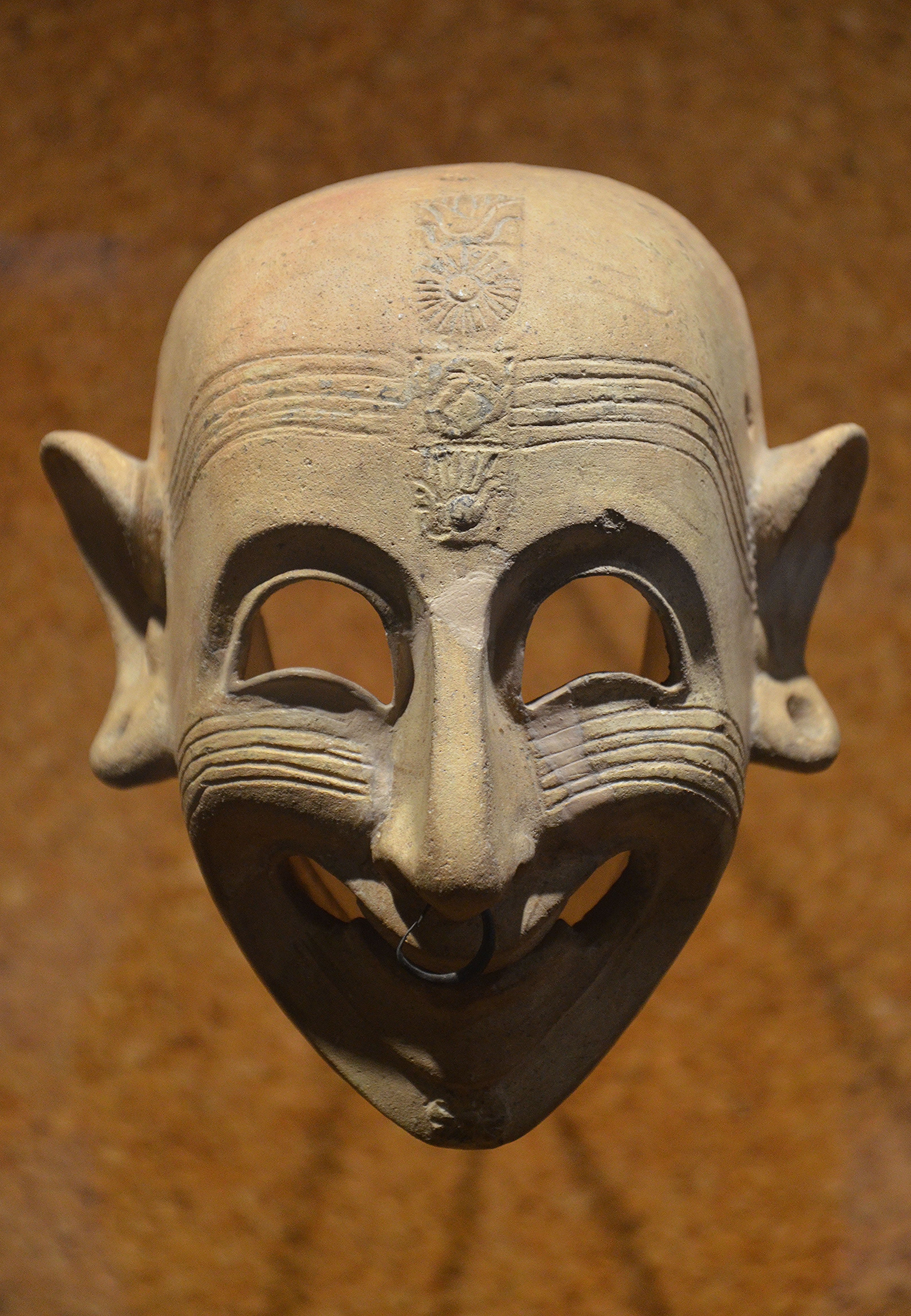
Mască; secolul al IV-lea î.Hr.; găsită într-un mormânt din San Sperate (Sardinia, Italia); Muzeul Național de Arheologie din Cagliari (Cagliari, Sardinia, Italia)
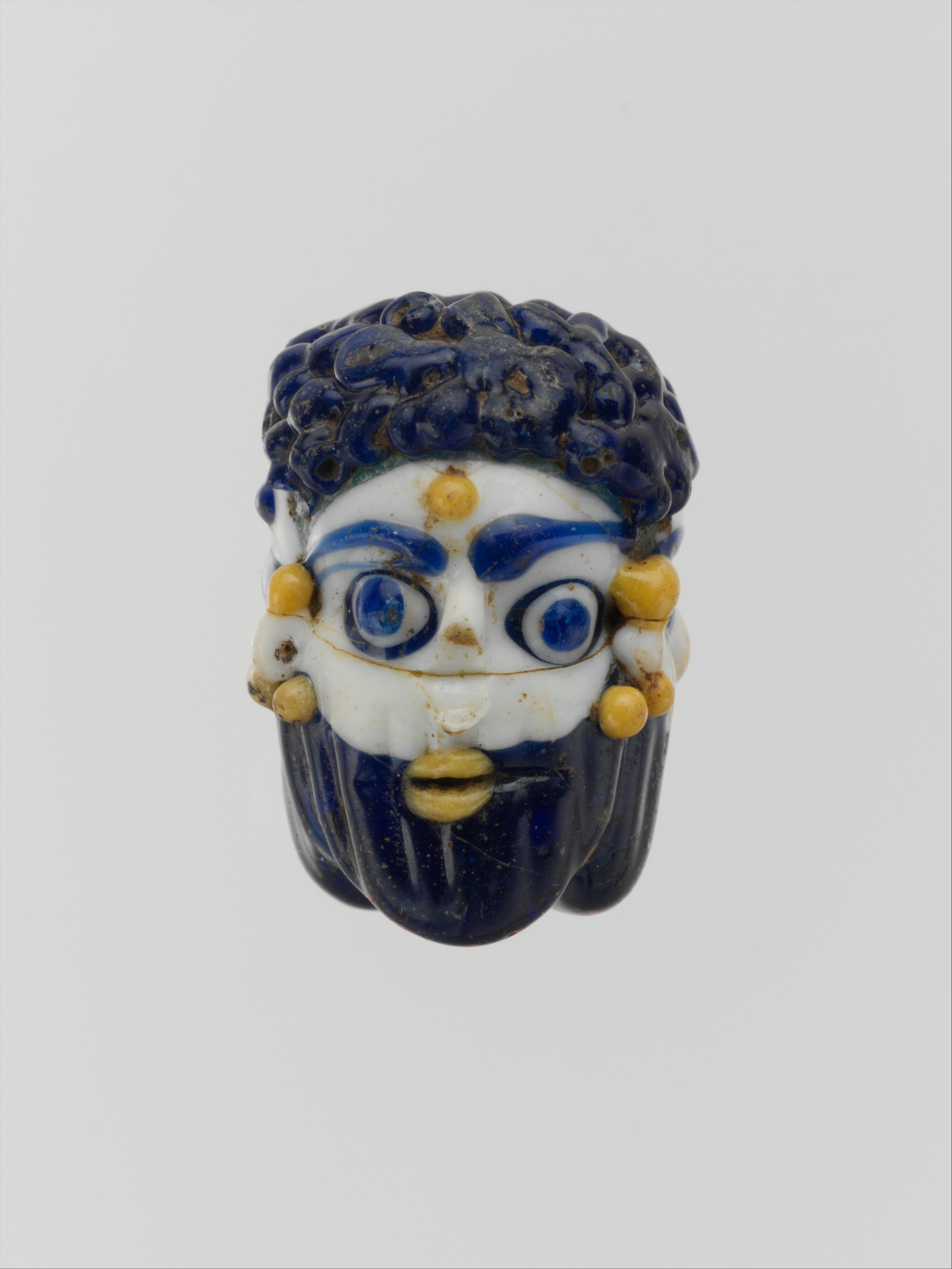
Mărgică în formă de față; mijlocul secolului al IV-lea, secolul al III-lea î.Hr.; sticlă; înălțime: 2,7 cm; Muzeul Metropolitan de Artă (New York City)
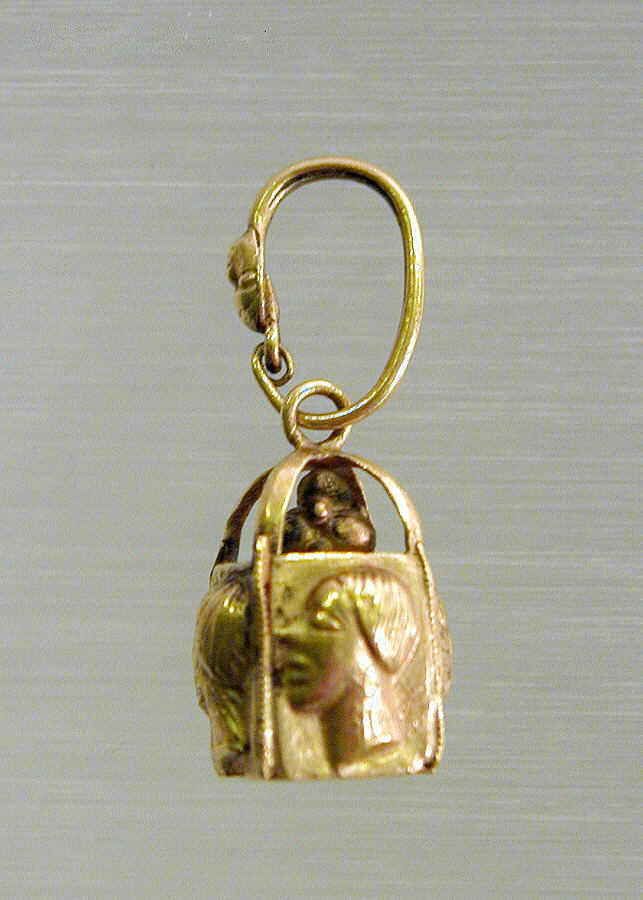
Cercel dintr-o pereche, fiecare cu câte patru fețe în relief; sfârșitul secolului al IV-lea, secolul al III-lea î.Hr.; aur; per ansamblu: 3,5 x 0,6 cm; Muzeul de Artă

### Etruscii
Arta etruscă a fost produsă de civilizația etruscă în Italia Centrală între secolele al IX-lea și al II-lea î.Hr.. Din jurul anilor 600 î.Hr., a fost puternic influențată de arta greacă, care a fost importată de etrusci, dar și-a păstrat întotdeauna caracteristici distincte. Deosebit de puternice în această tradiție au fost sculpturile figurative de teracotă (în special mărimi naturale pe sarcofage sau temple), pictura pe perete și prelucrarea metalelor, în special a bronzului. Au fost produse bijuterii și pietre gravate de înaltă calitate.
Sculptura etruscă din bronz turnat a fost renumită și exportată pe scară largă, dar relativ puține exemplare au supraviețuit (materialul era prea valoros și a fost reciclat ulterior). Spre deosebire de teracotă și bronz, au existat relativ puține sculpturi etrusce din piatră, în ciuda faptului că etruscii controlau surse fine de marmură, inclusiv marmură de Carrara, care pare să nu fi fost exploatată până la romani.
Majoritatea operelor care au supraviețuit provin din morminte, fiind de obicei înghesuite cu sarcofage și lucruri de morminte, sau fragmente de teracotă de la sculpturi arhitecturale, mai ales în jurul templelor. Pentru morminte au fost produse toate frescele, care prezintă scene de sărbătoare și unele subiecte mitologice narative.

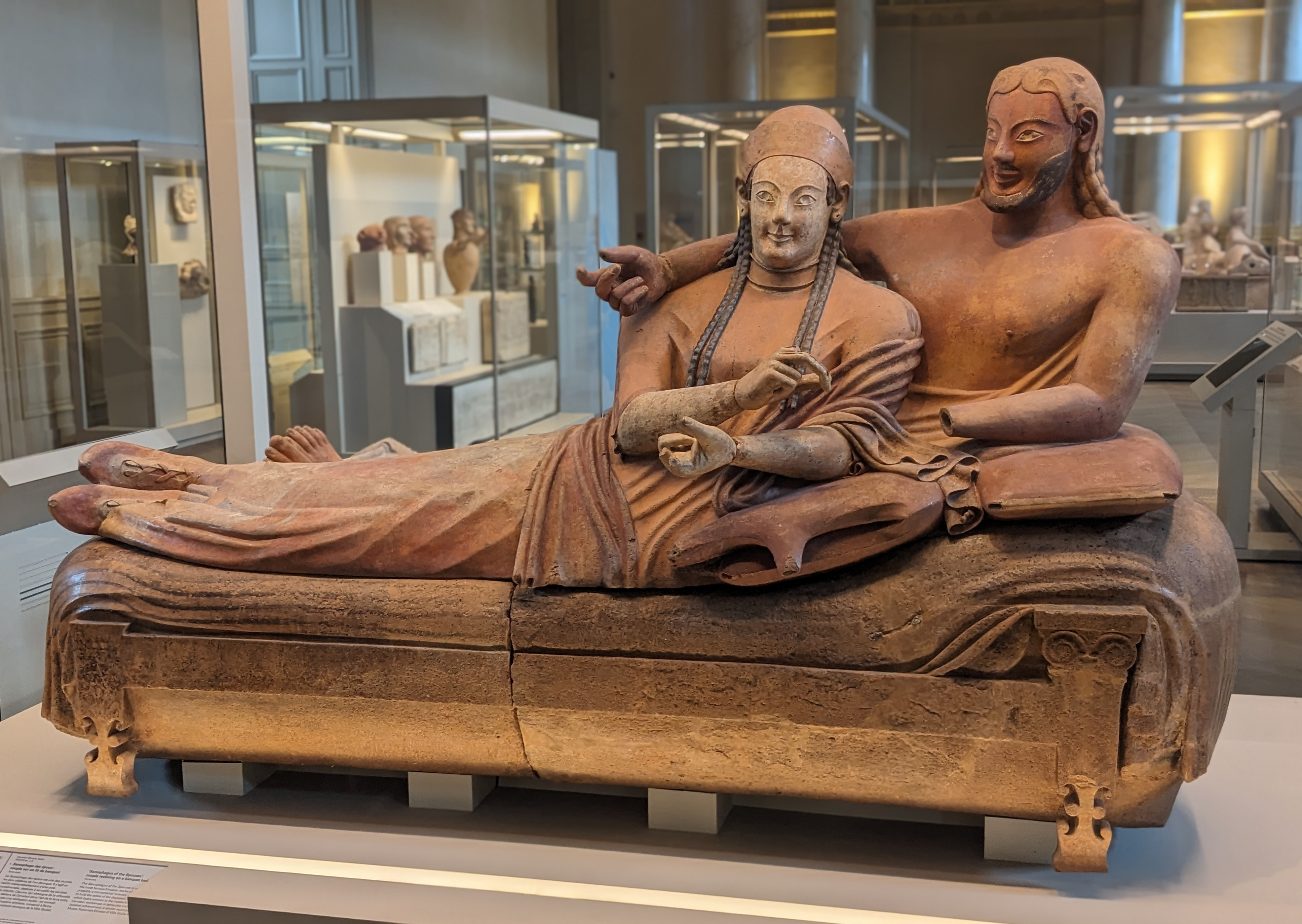
Sarcofagul soților; 530–520 î.Hr.; teracotă; 111 x 194 x 69 cm; Luvru
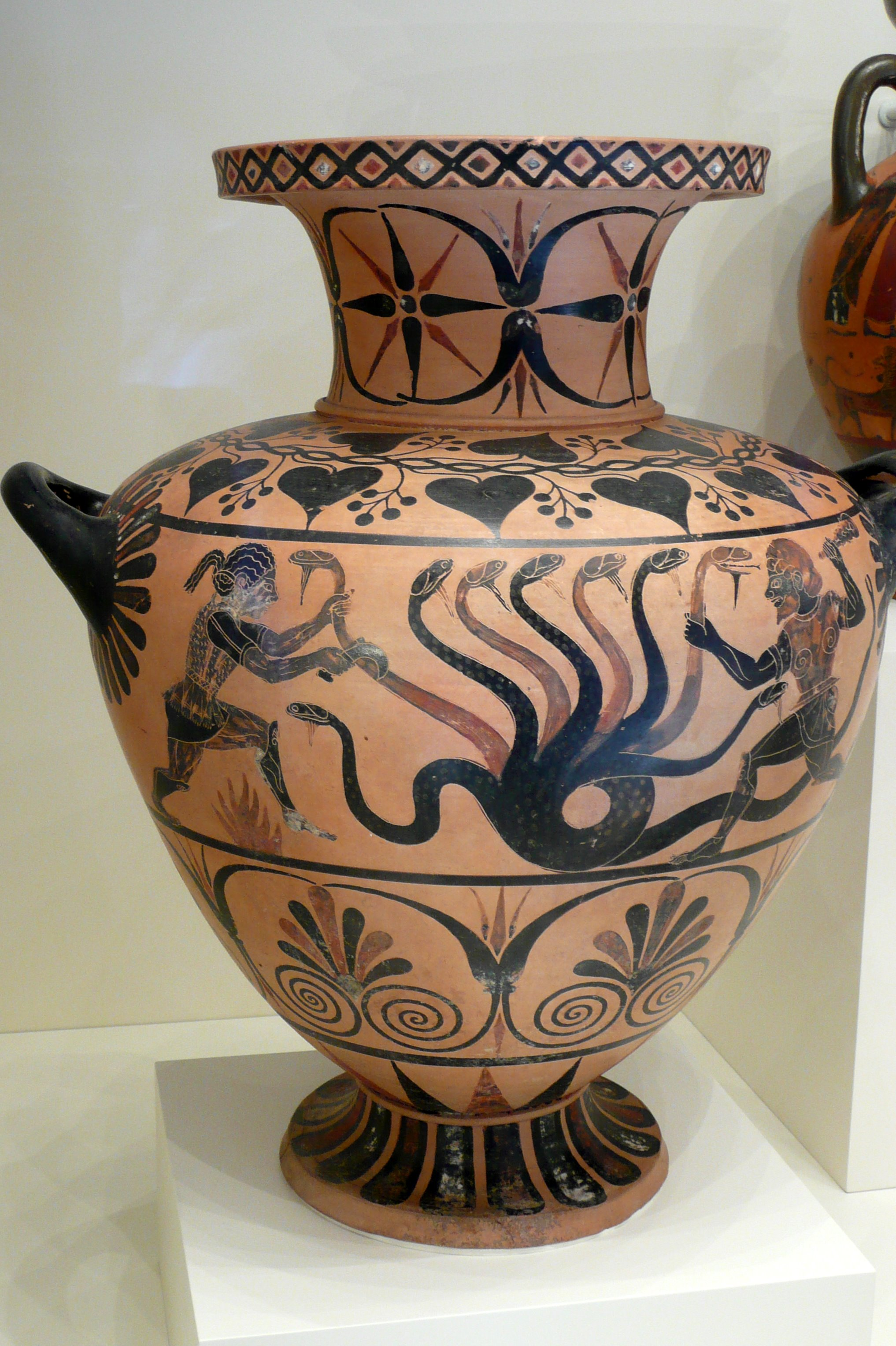
Vas pentru apă cu Heracle și Hidra; circa 525 î.Hr.; ceramică; înălțime: 44,5 cm, diametru: 33,8 cm; Vila Getty (California, SUA)
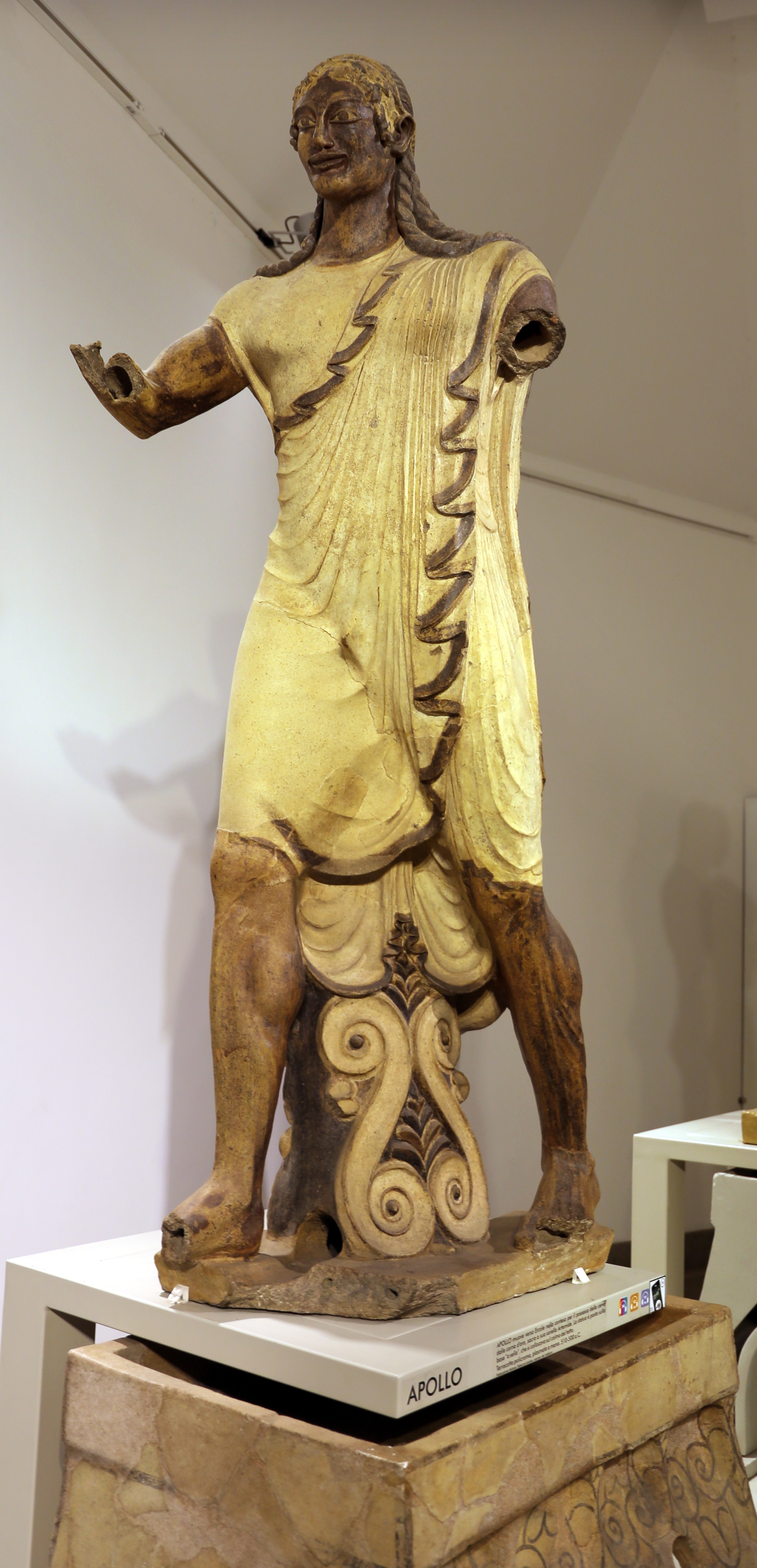
Apollo din Veii; circa 510 î.Hr.; teracotă pictată; înălțime: 1,81 m; Muzeul Național Etrusc (Roma)
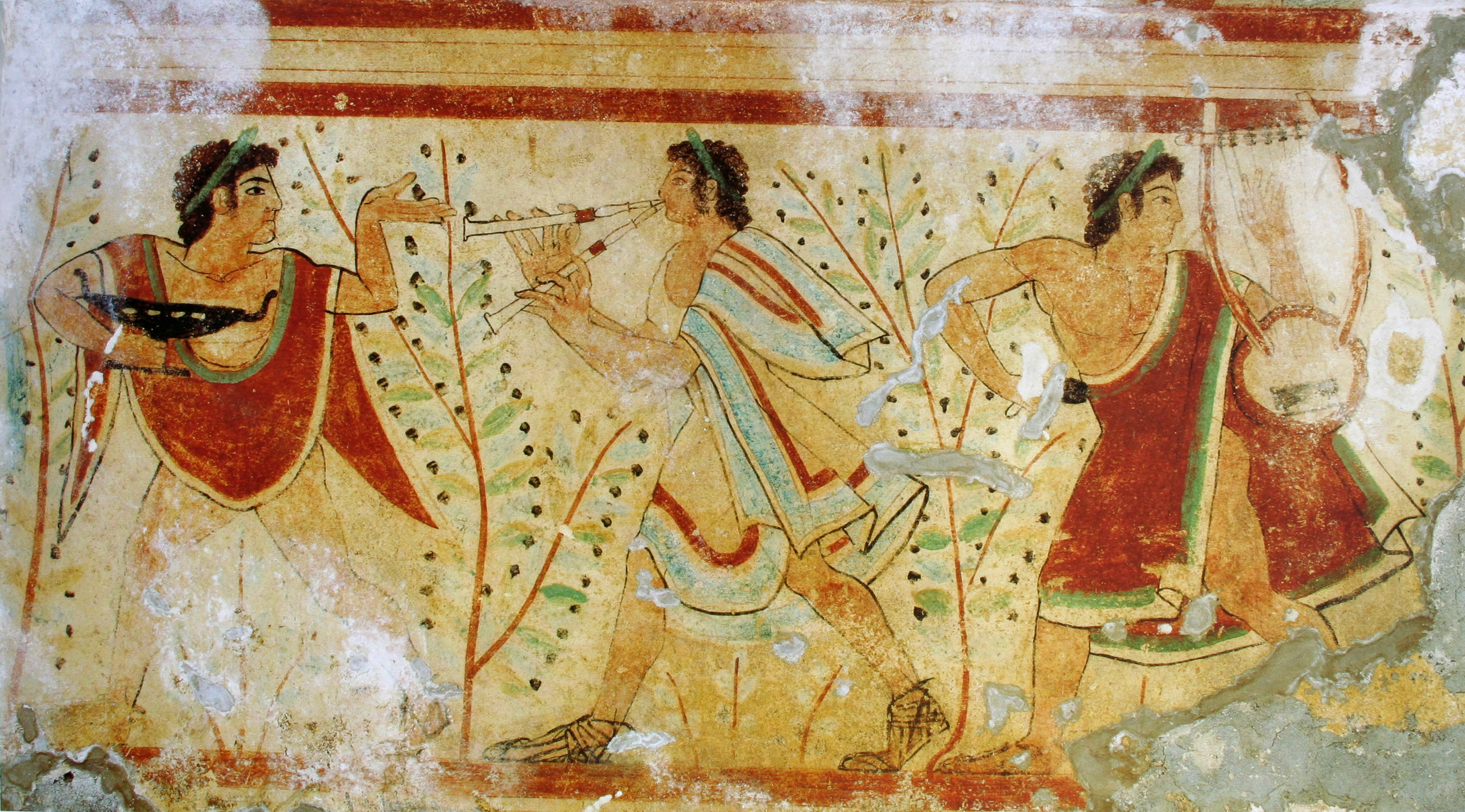
Frescă cu dansatori și cântăreți; circa 475 î.Hr.; frescă; înălțime (a peretelui); 1,7 m; Mormântul Leoparzilor (Necropola Monterozzi, Lazio, Italy)

### Dacia
Arta dacă este arta asociată cu popoarele cunoscute sub numele de daci sau traci nordici. Dacii au creat un stil artistic în care pot să fie văzute influențele sciților și ale grecilor. Au fost foarte pricepuți în prelucrarea aurului și a argintului și în olărie. Ceramica era albă, cu ornamente roșii în motive florale, geometrice și zoomorfe. Astăzi, o mare colecție de capodopere dacice se află în Muzeul Național de Istorie al României din București, una dintre cele mai cunoscute fiind Coiful de la Coțofenești
Geto-dacii locuiau pe un teritoriu foarte mare, întinzându-se din Balcani până la nordul Carpaților și din Marea Neagră și râul Tyras până la câmpia râului Tisa, uneori chiar până la Dunărea de Mijloc. Între secolele al XV-lea și al XII-lea, cultura geto-dacă a fost influențată de războinicii Tumulus-Urnfield din Epoca Bronzului.

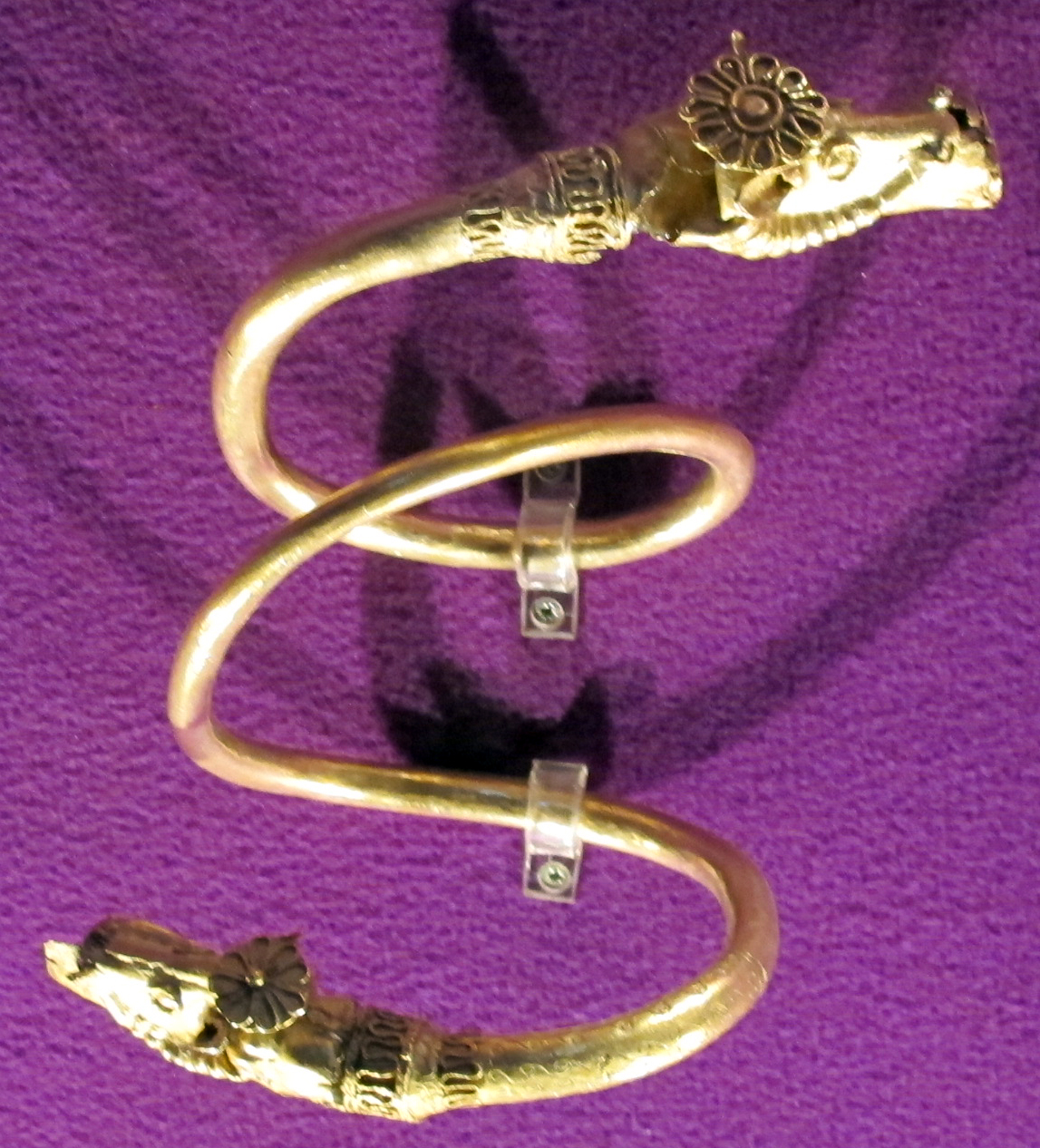
Una dintre brățările dacice; secolele al V-lea-al IV-lea î.Hr.; aur 5th-4th century BC; gold; Muzeul Național de Istorie al României (București)
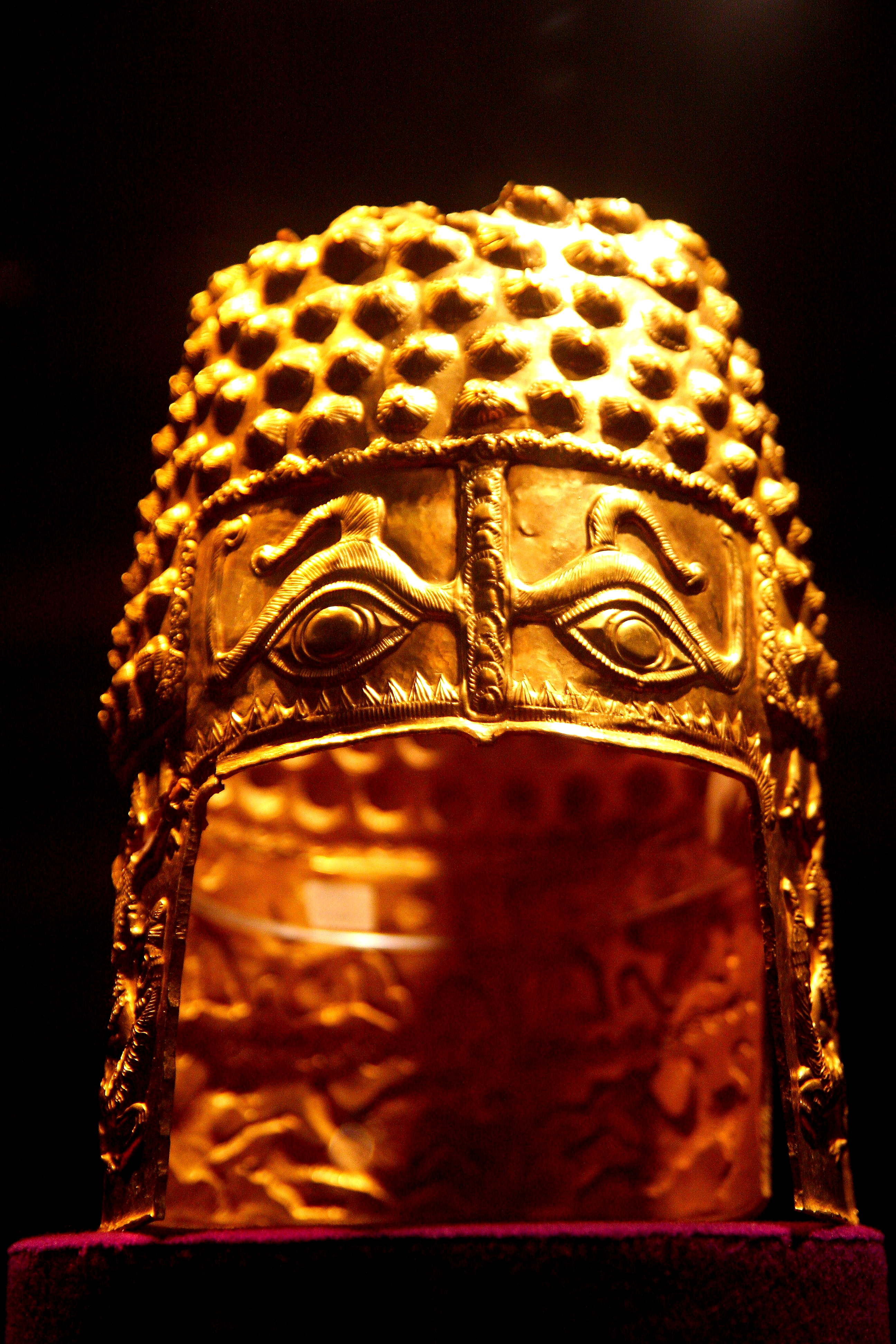
Coiful de la Coțofenești; secolul al IV-lea î.Hr.; Muzeul Național de Istorie al României
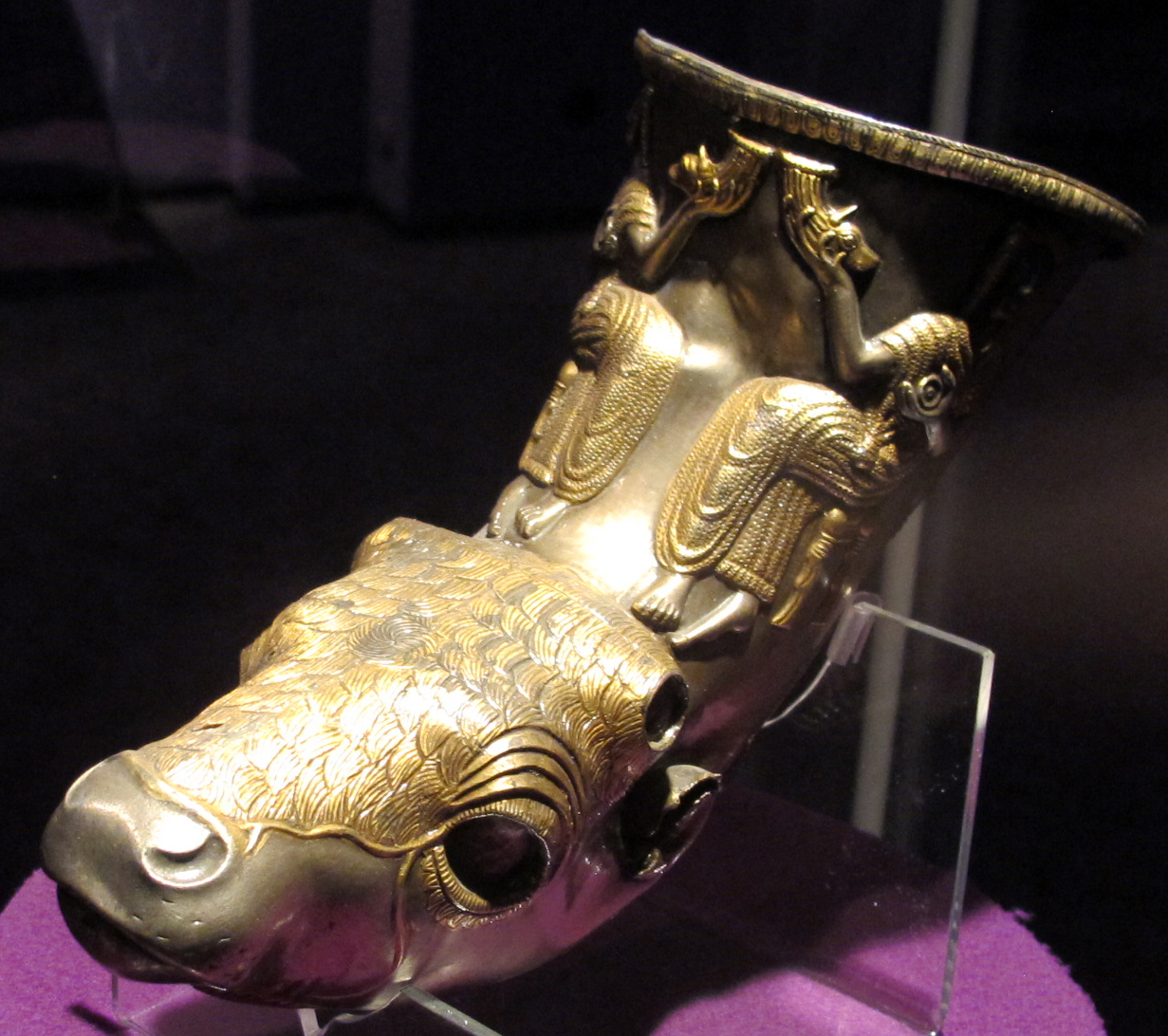
Riton; secolele al IV-lea-al III-lea î.Hr.; posibil făcut din aur și argint; Muzeul Național de Istorie al României
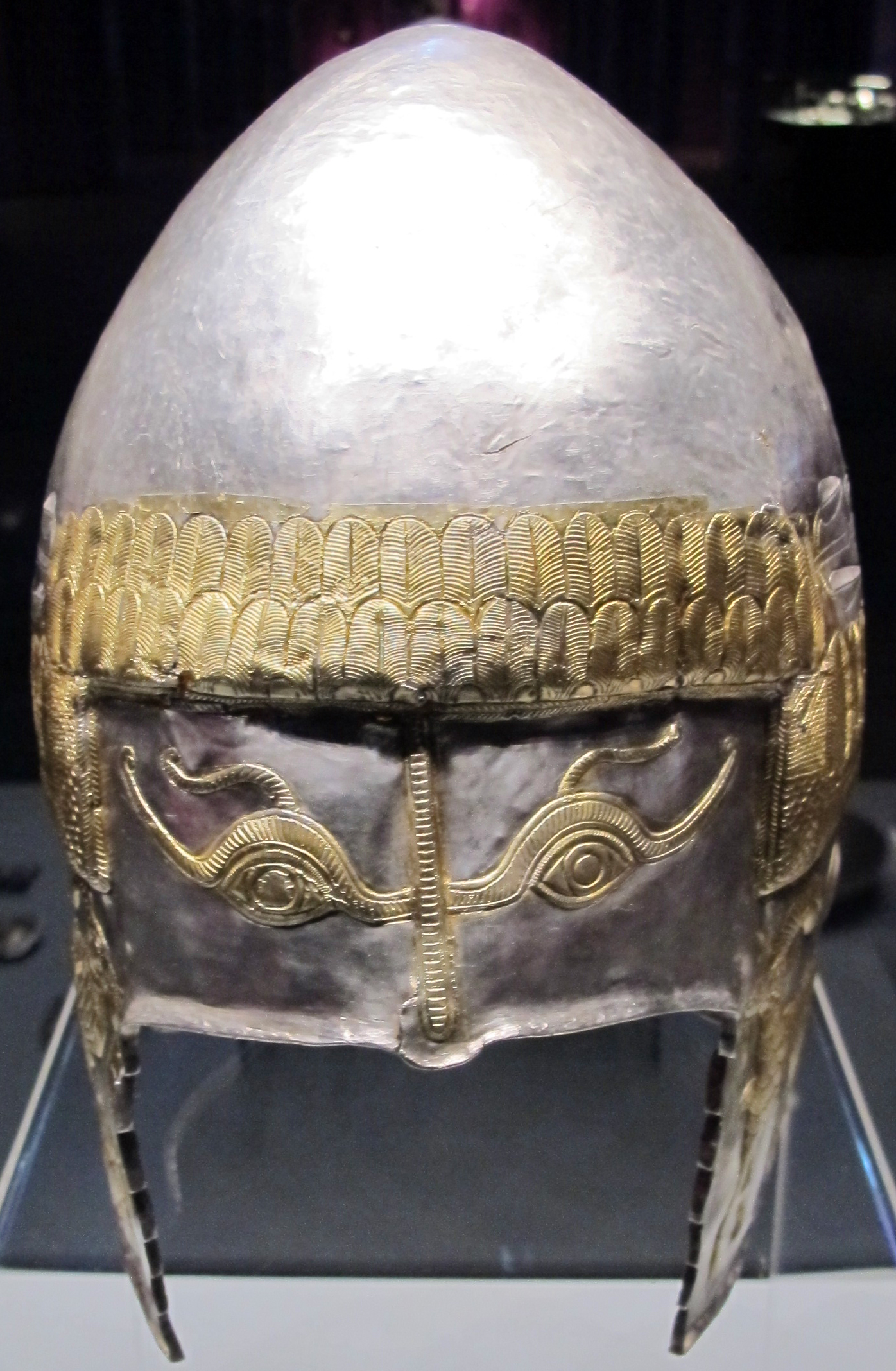
Coiful de la Peretu; 310-290 î.Hr.; arhint aurit; din Peretu (Județul Teleorman, România); Muzeul Național de Istorie al României

### Iberia preromană
Arta iberică preromană se referă la stilurile dezvoltate de iberici, din Epoca Bronzului până la cucerirea romană.  Din motivul ăsta e uneori descrisă ca „arta iberică”.
Aproape toate operele existente ale sculpturii iberice reflectă în mod vizibil influențele grecești și feniciene, precum și cele asiriene, hitite și egiptene. Cu toate astea, au propriul lor caracter unic. În cadrul acestei moșteniri stilistice complexe, opere individuale pot să fie plasate într-un spectru de influențe - unele fiind de inspirație feniciană, iar altele atât de asemănătoare cu lucrările grecești, încât ar fi putut să fie importate direct din regiunea respectivă. În general, gradul de influență este corelat cu regiunea de origine a operei și, deci, sunt clasificate în grupuri pe baza asta.

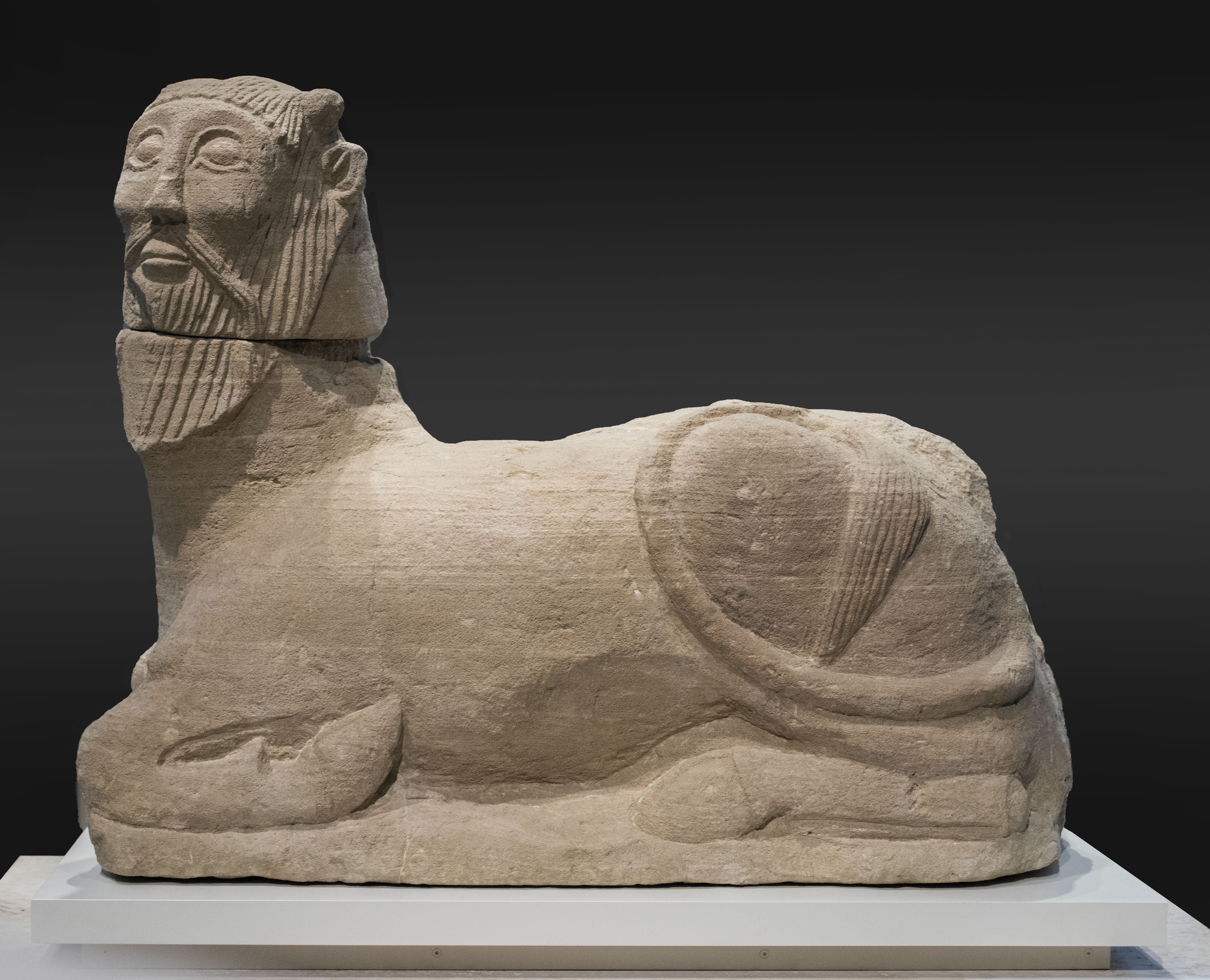
Bicha din Balazote; secolul al VI-lea î.Hr.; sculptat din două blocuri de calcar; înălțime: 73 cm; Muzeul Național de Arheologie al Spaniei (Madrid)
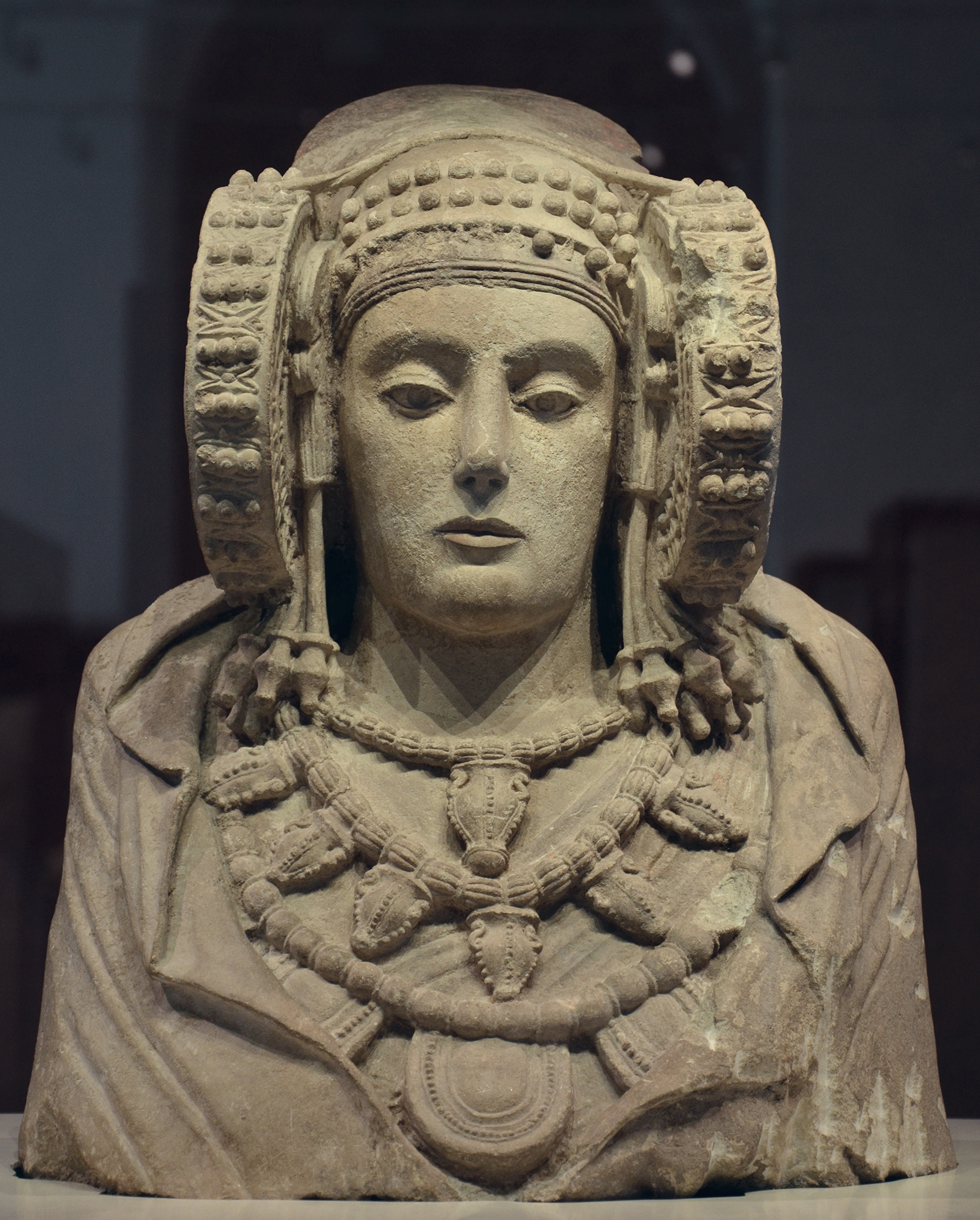
Doamna din Elche; circa 450 î.Hr.; calcar; Muzeul Național de Arheologie al Spaniei
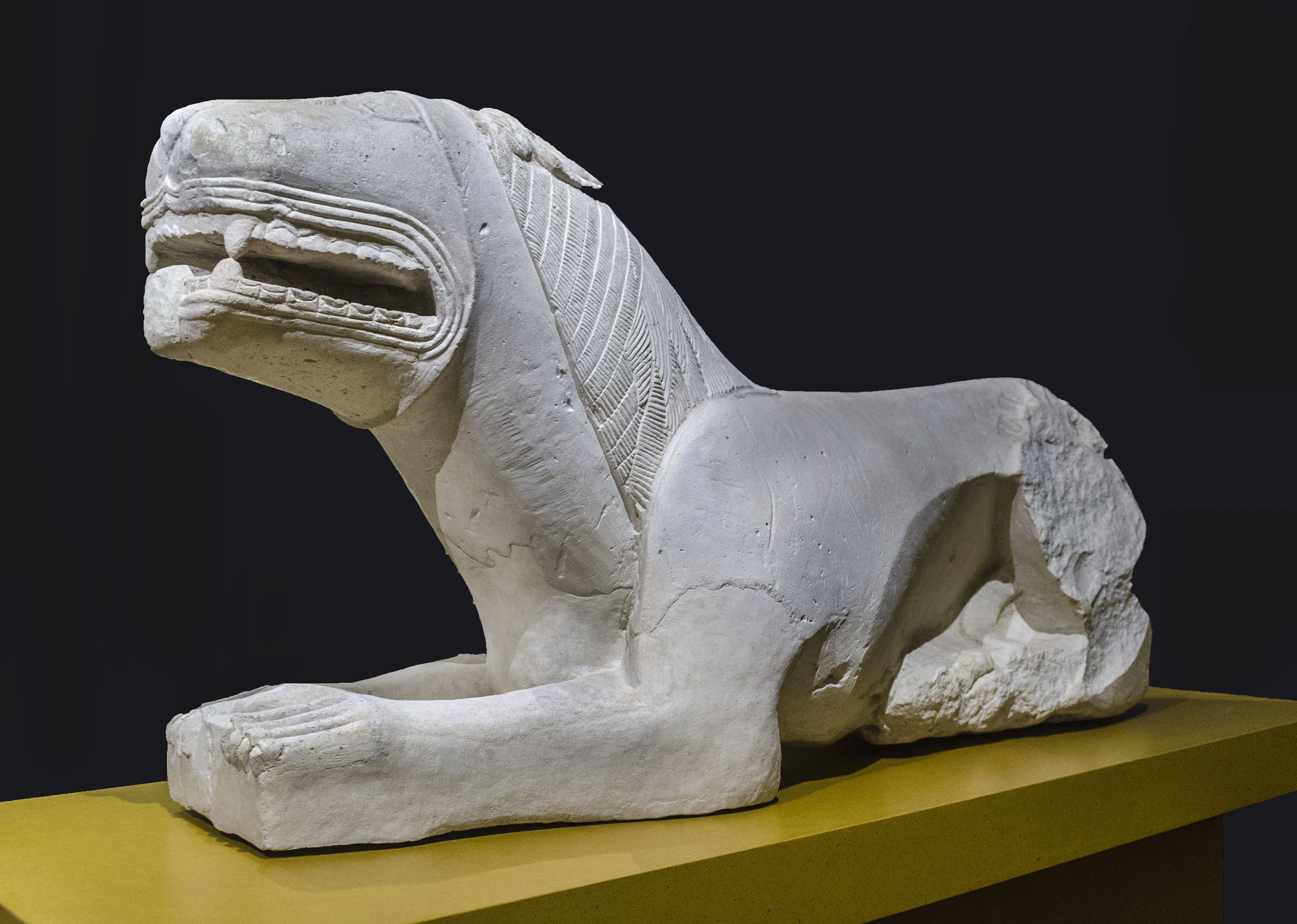
Leul din Nueva Carteya; secolul al IV-lea î.Hr.; calcar; înălțime: 60 cm; Muzeul Arheologic din Córdoba (Spania)
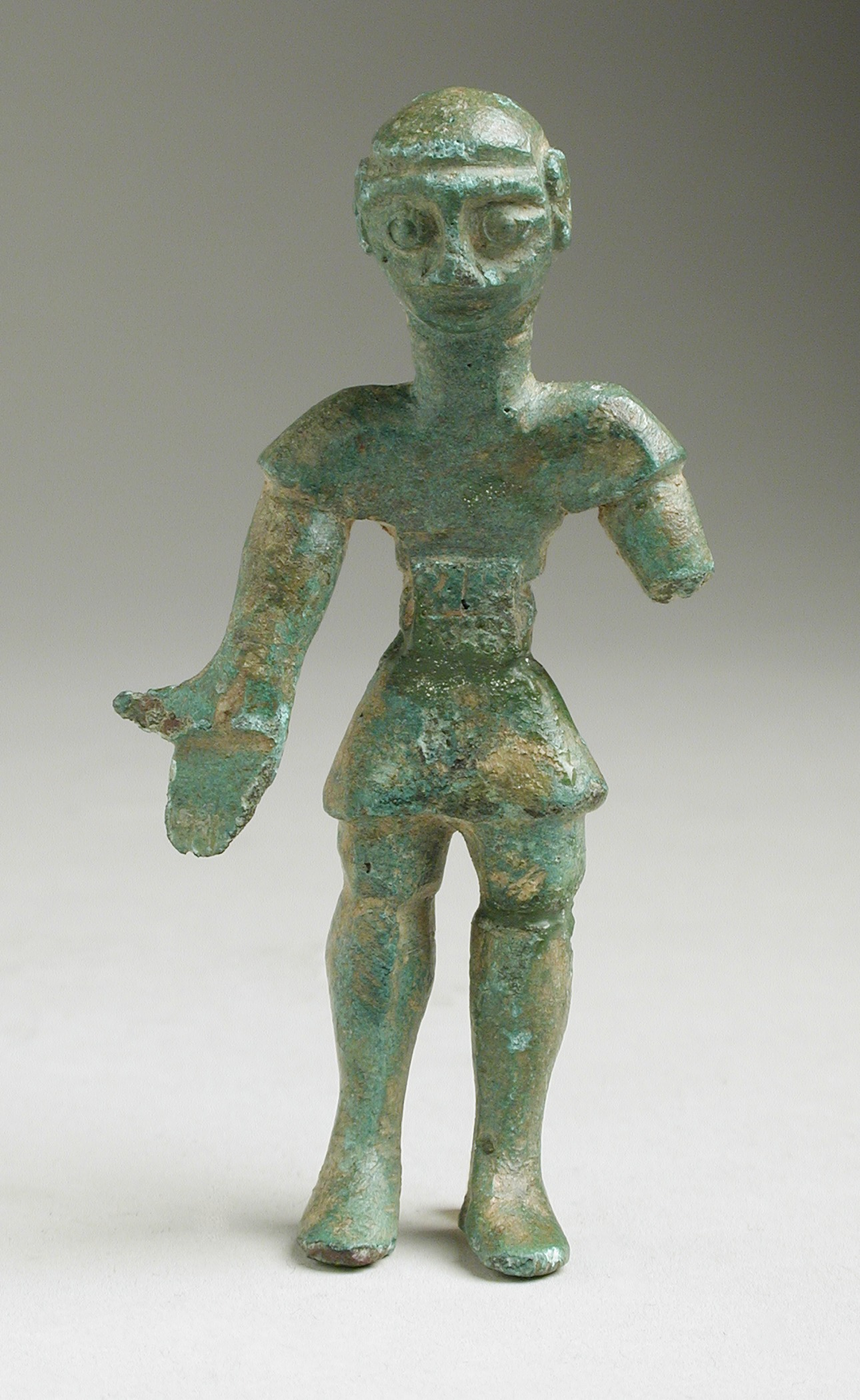
Figurina unui bărbat; secolele al III-lea-al II-lea î.Hr.; bronz; înălțime: 6.8 cm; Muzeul de Artă al Comitatului Los Angeles (SUA)

### Hitiții
Arta hitită a fost produsă de civilizația hitită din Anatolia antică, în Turcia modernă, și se extinde și din Siria în timpul celui de-al II-lea mileniu î.Hr., din secolul al XIX-lea până în secolul al XII-lea î.Hr. Perioada asta se încadrează în Epoca anatoliană a Bronzului. Se caracterizează printr-o lungă tradiție de reprezentări și motive canonizate rearanjate, chiar dacă sunt încă recunoscute, de artiști pentru transmiterea sensul unei populații în mare parte analfabete.
„Datorită vocabularului limitat al tipurilor figurative [și motivelor], invenția pentru artistul hitit a fost de obicei o chestiune de a combina și manipula unitățile pentru a forma compoziții mai complexe”
Multe dintre aceste reprezentări recurente gravitează în jurul înfățișătii zeităților hitite și a practicilor ritualice. Există, de asemenea, o prevalență a scenelor de vânătoare în reliefurile hitite și în formele reprezentate ale animalelor. O mare parte a artei provine din așezări ca Alaca Höyük, sau capitala hitită Hattușa din apropierea orașului modern Boğazkale. Savanții au dificultăți în datarea unei mari părți a artei hitite, menționând faptul că lipsesc inscripții și o mare parte din materialele găsite, în special din locurile de înmormântare, au fost mutate din locațiile lor originale și distribuite printre muzee în secolul al XIX-lea.

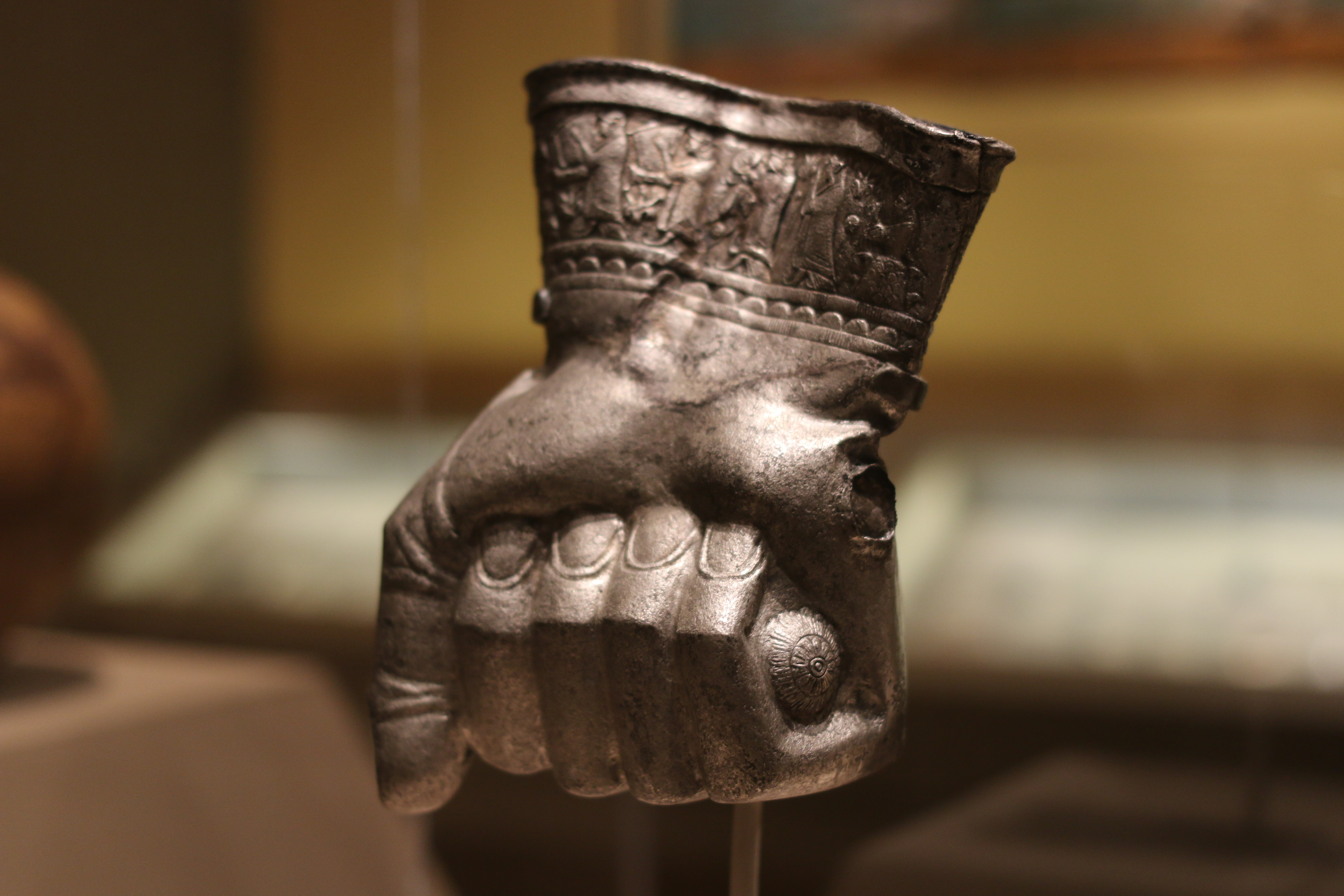
Cupă de băut, în formă de pumn; 1400-1380 î.Hr.; argint; din Turcia Centrală; Muzeul de Arte Frumoase (Boston, SUA)
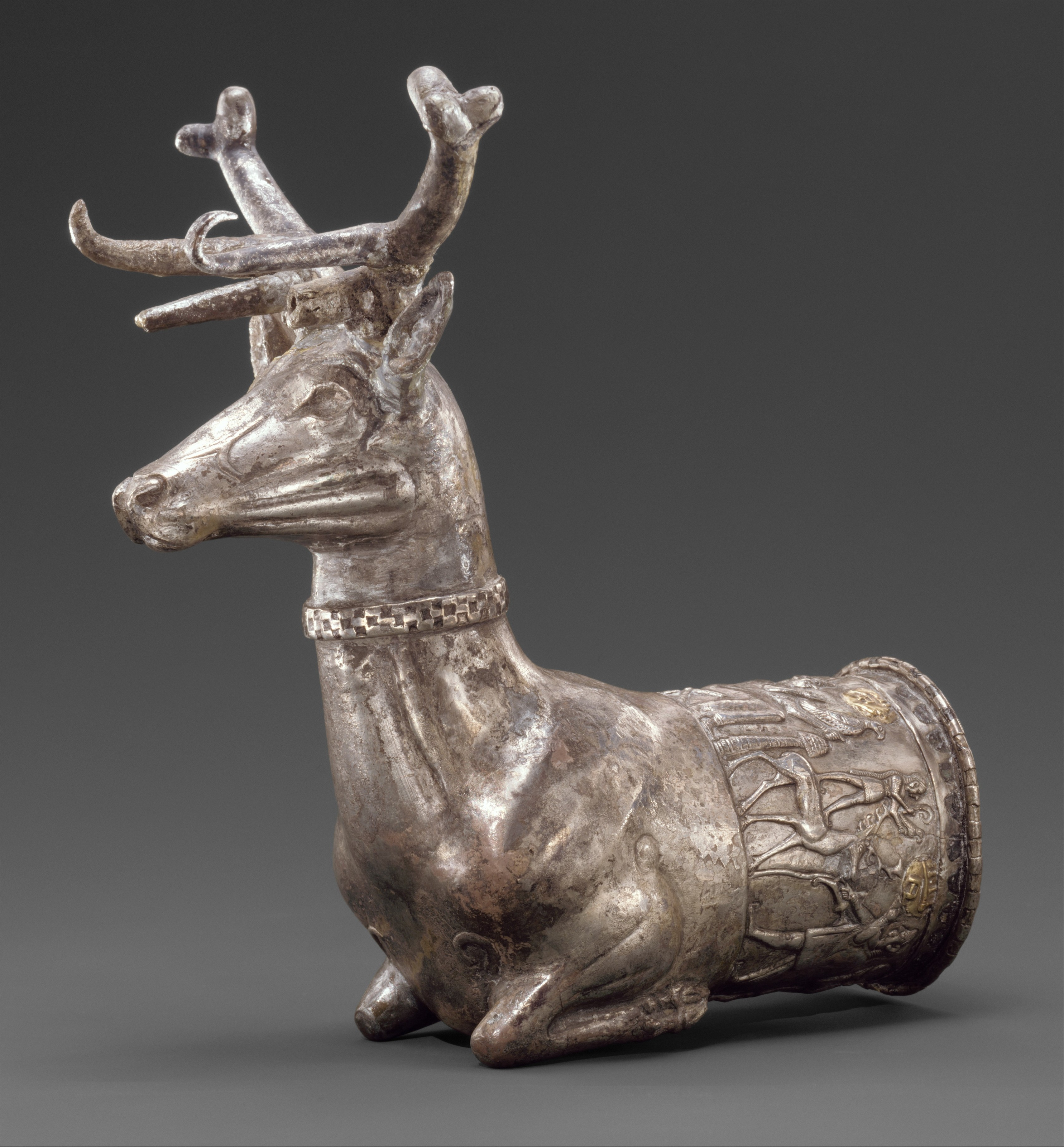
Vas în forma capului și torsului de cerb (sau riton); circa secolele al XIV-lea-al XIII-lea î.Hr.; argint cu incrustații de aur; înălțime: 18 cm; Muzeul Metropolitan de Artă (New York City)
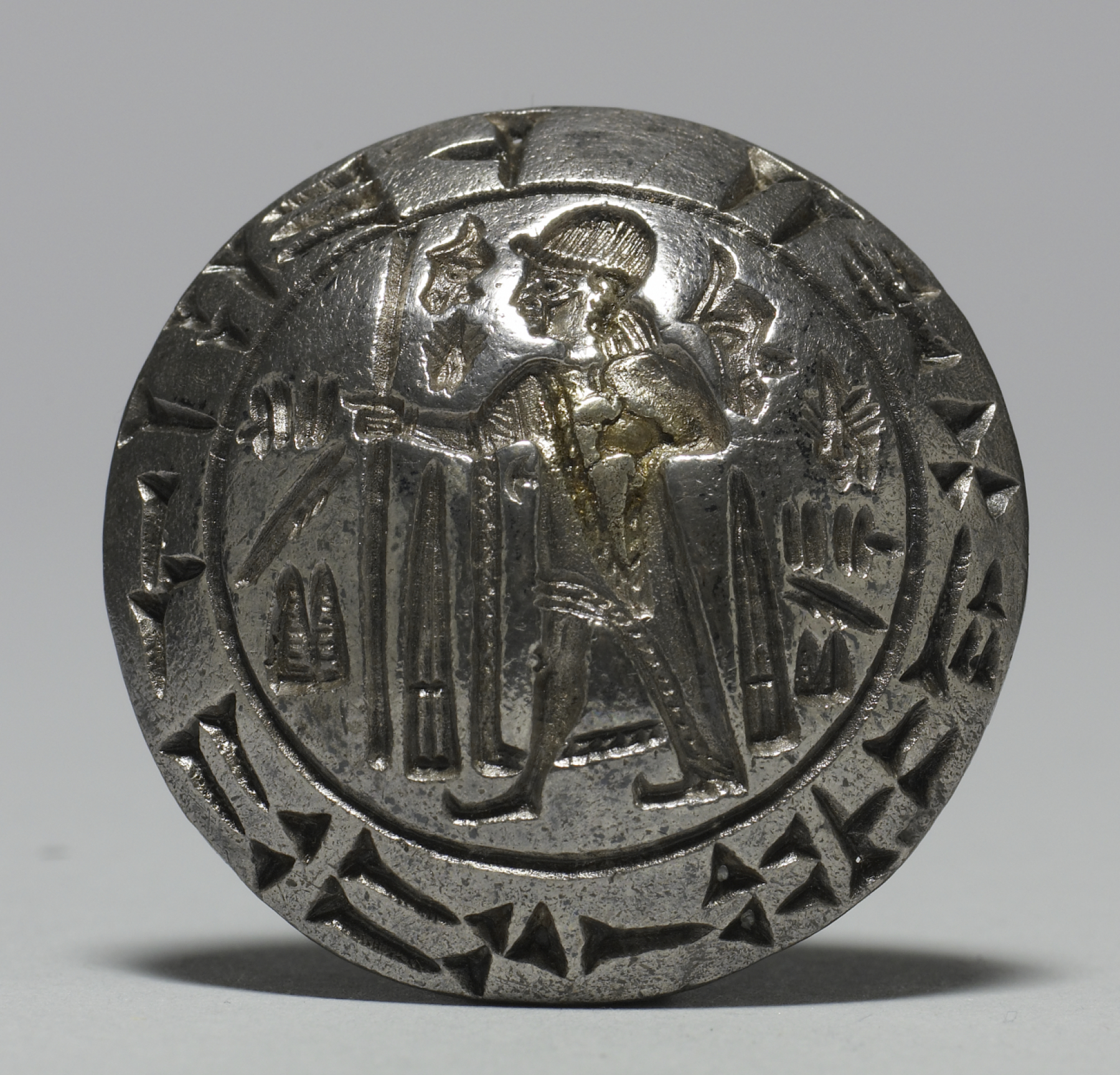
Sigiliul lui Tarkasnawa, rege al regatului Mira; circa 1220 î.Hr.; argint; înălțime: 1 cm, diametru: 4.2 cm; Muzeul de Artă Walters (Baltimore, SUA)
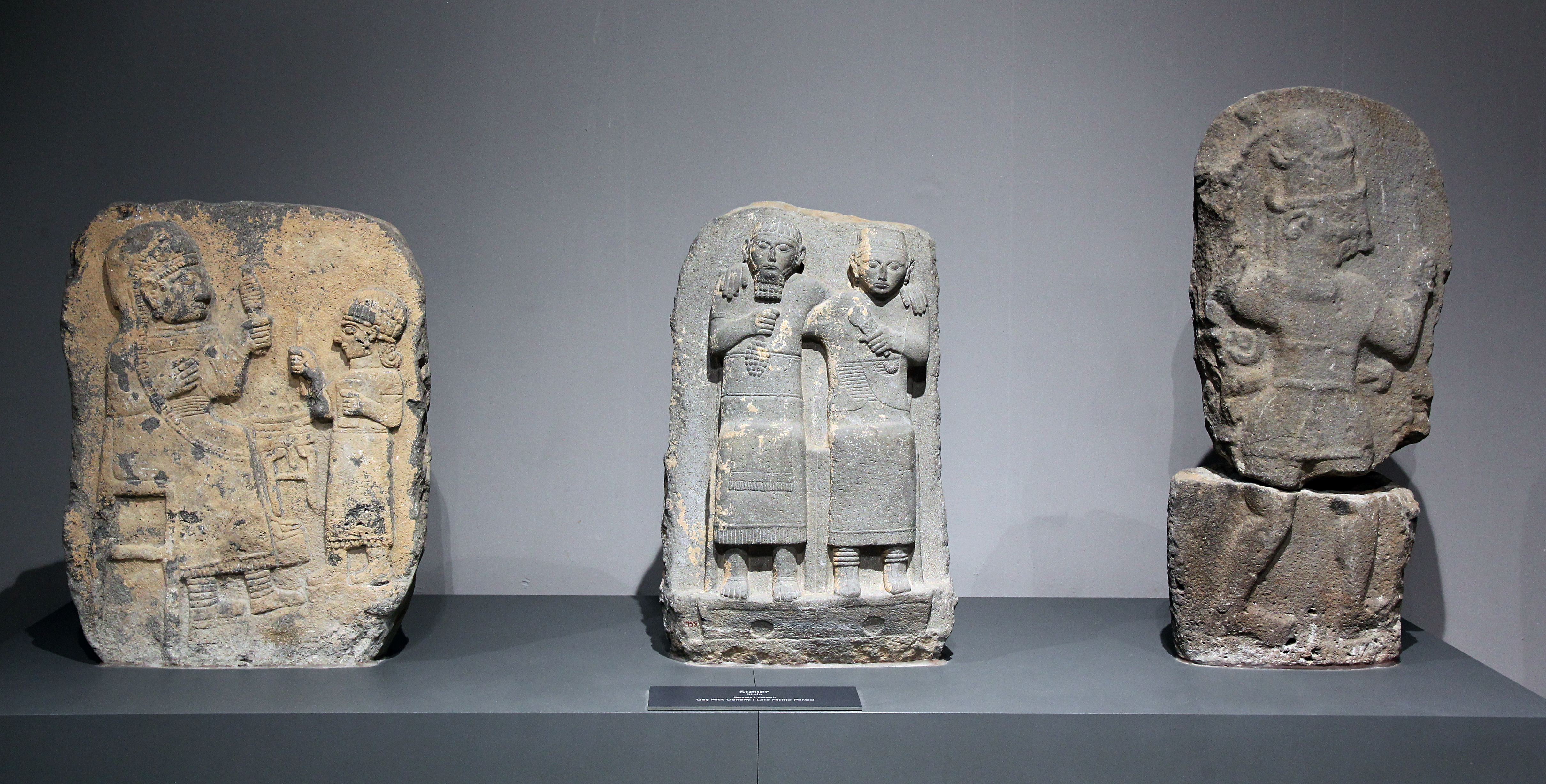
Trei reliefuri din Muzeul Arheologic din Adana (Turcia)

### Bactrienii
Complexul Arheologic Bactria–Margiana (cunoscut și ca civilizația Oxus) este denumirea arheologică modernă a unei civilizații din Epoca Bronzului din Asia Centrală, datată în circa 2300-1700 î.e.n., în actualul nord al Afganistanului, estul Turkmenistanului, sudul Uzbekistanului și vestul Tadjikistanului, centrat pe Amudaria-ul superior (râul Oxus). Siturile sale au fost descoperite și numite de arheologul sovietic Viktor Sarianidi (1976). Centrele urbane monumentale, palatele și clădirile cultice au fost descoperite, în special la Gonur-depe din Turkmenistan.
Materiale bactriene au fost găsite la Civilizația de pe Valea Indului, pe Platoul Iranului și în Golful Persic. Constatările din cadrul siturilor bactriene prezintă dovezi suplimentare ale contactelor comerciale și culturale. Ele includ un sigiliu cilindric de tip elamit și un sigiliu harapp cu un elefant și niște text harapp găsit la Gonur-depe. Relația dintre Altyn-Depe și Valea Indului pare să fi fost deosebit de puternică. Printre descoperiri se aflau două sigilii harappe și obiecte de fildeș. Așezarea harappă Shortugai, din nordul Afganistanului, pe malurile  Amudaria-ului, a servit probabil ca stație comercială.
Un tip celebru de opere de artă bacteriene sunt „prințesele bacteriene” (cunoscute și ca, „doamnele de Oxus”). Purtând rochii mari stilizate, cu mâneci bufante, precum și acoperăminte care se îmbină cu părul, ele întruchipează o zeiță, personajul mitologiei asiatice centrale care joacă un rol regulator, liniștind forțele neîmblânzite. Aceste statuete sunt realizate prin combinarea și asamblarea materialelor de culori contrastante. Materialele preferate sunt cloritul (sau pietre similare care sunt verde închis), un calcar albicios, alabastru sau scoici marine din Oceanul Indian. Diferitele elemente ale corpului și ale costumului sunt sculptate separat și unite, ca într-un puzzle.

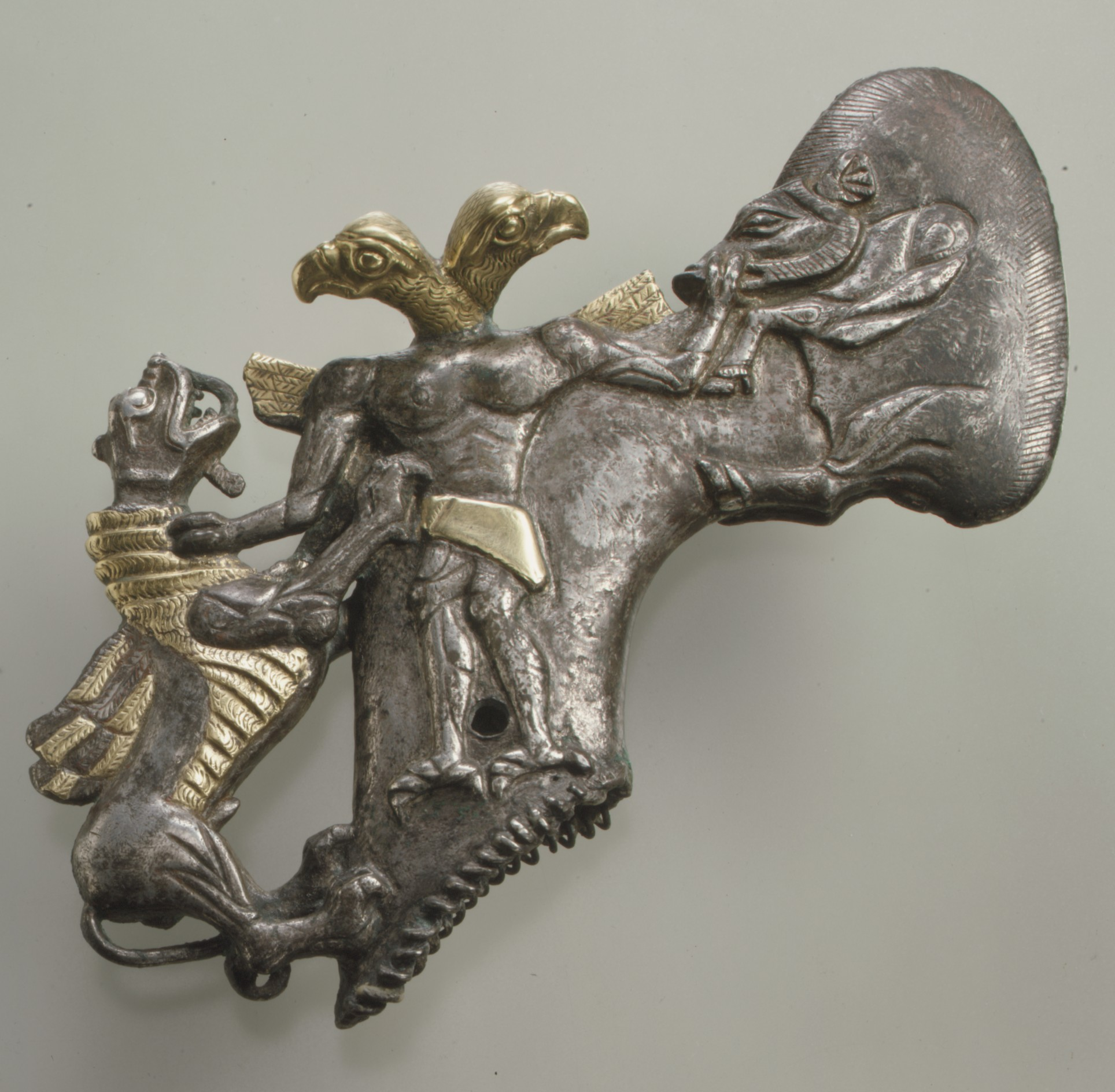
Topor cu un demon cu cap de vultur și animale; mileniul al III-lea târziu-mileniul al II-lea timpuriu î.Hr.; arhint aurit; lungime: 15 cm; Muzeul Metropolitan de Artă (New York City)
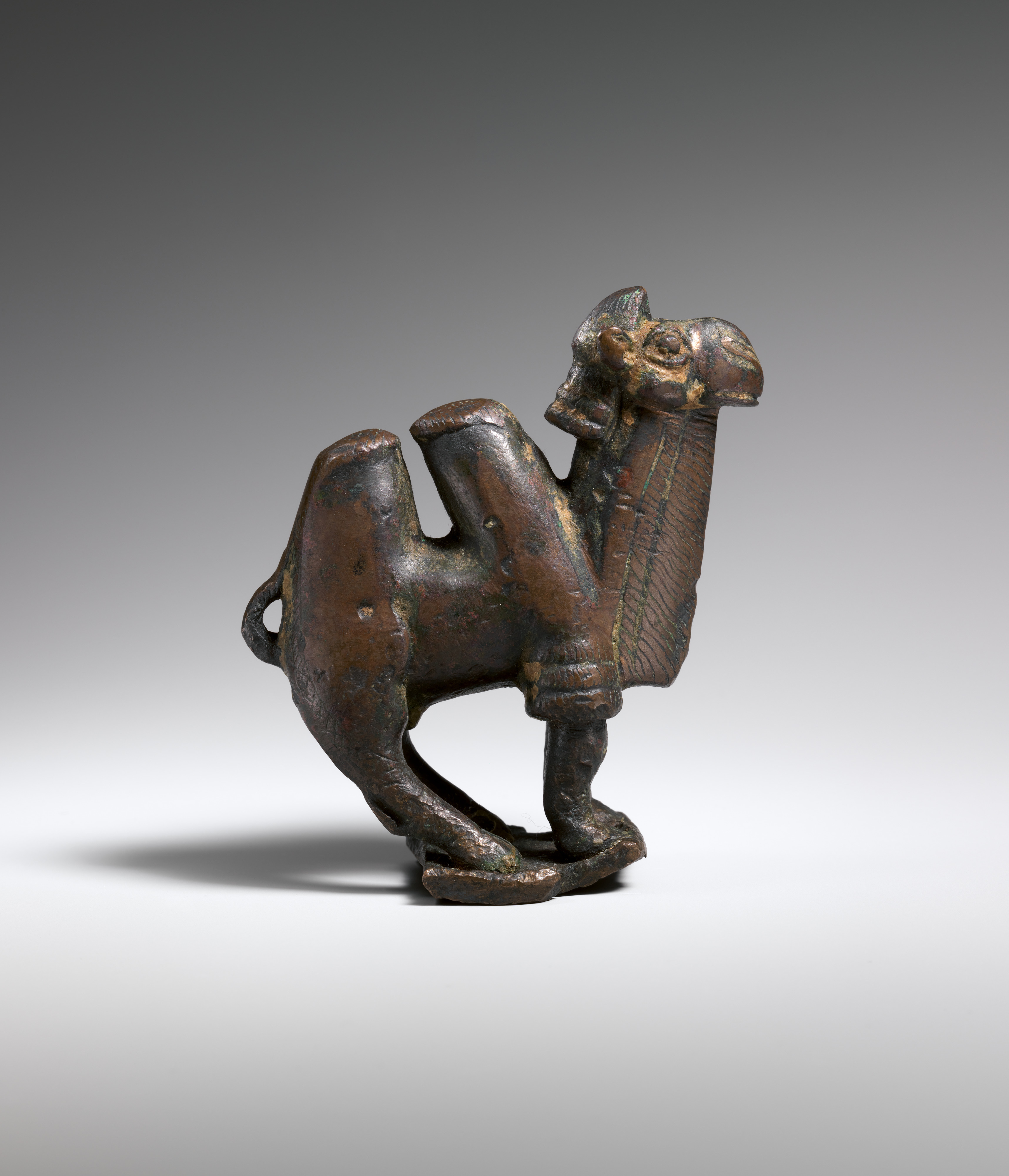
Figurina unei cămile; mileniul al III-lea târziu-mileniul al II-lea timpuriu î.Hr.; aliaj de cupru; 8.89 cm; Muzeul Metropolitan de Artă
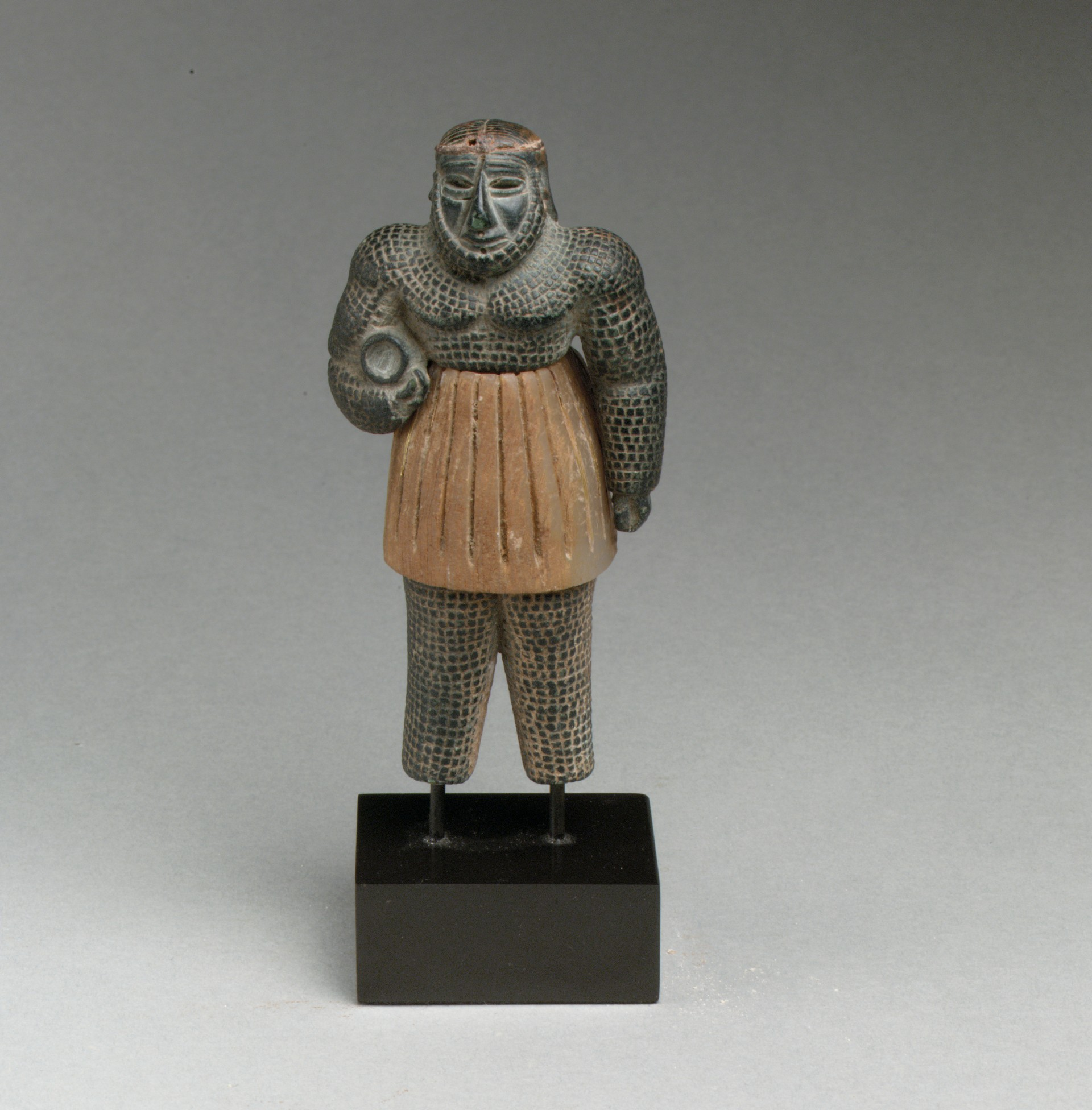
Figruină masculină monstruasă; mileniul al III-lea târziu-mileniul al II-lea timpuriu î.Hr.; clorit, calcit, aur și fier; înălțime: 10,1 cm; Muzeul Metropolitan de Artă
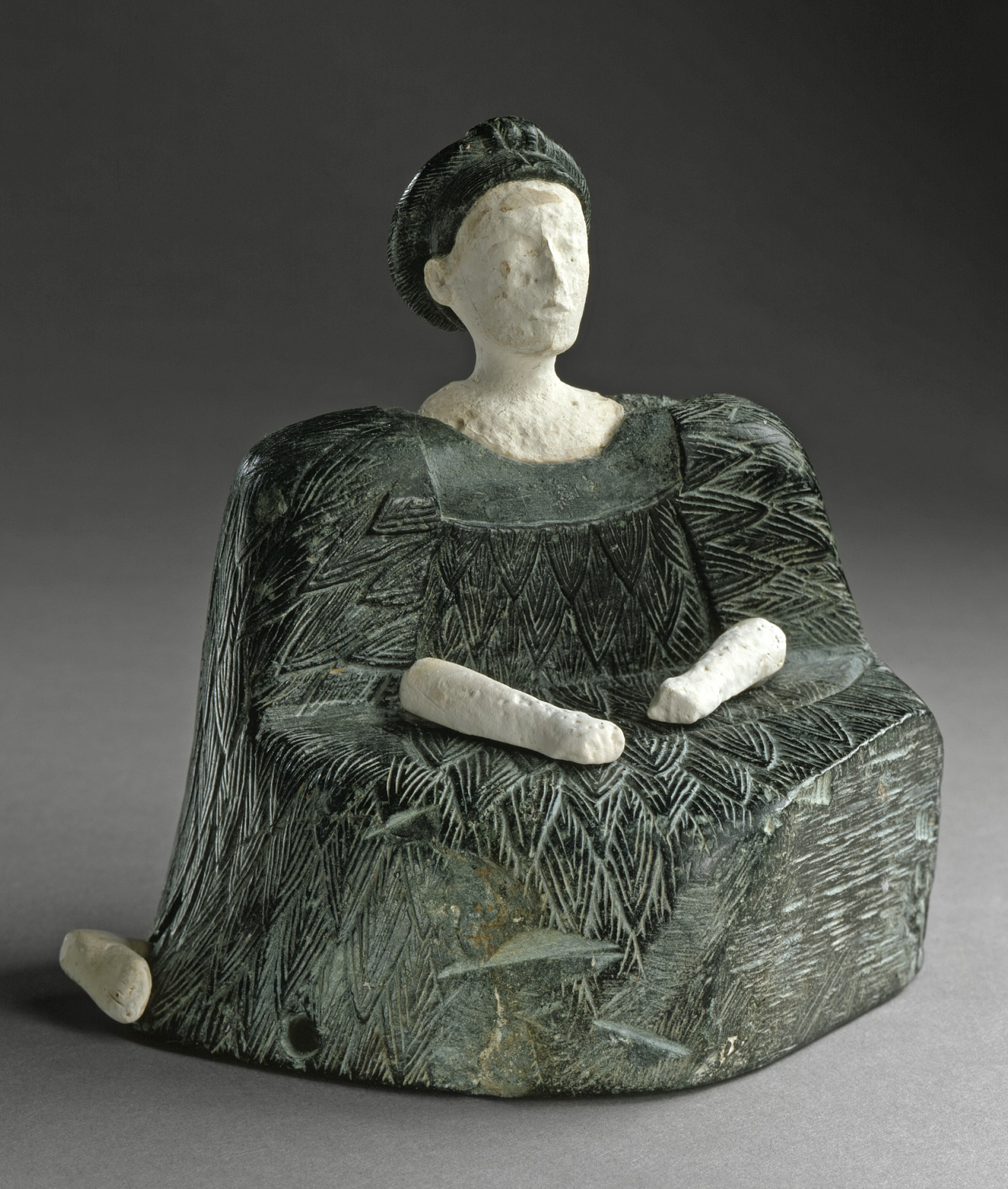
Figurină feminină de tipul „prințesă bactriană”; 2500–1500 î.Hr.; clorit (rochia și acoperământul de pe cap) și calcar (capul, mâinile și un picior); înălțime: 13,33 cm; Muzeul de Artă al Comitatului Los Angeles (SUA)

### Celții
Arta celtică este asociată cu popoarele cunoscute sub numele de celți; cei care vorbeau limbile celtice din Europa, din preistorie până în perioada modernă. Se referă, de asemenea, la arta popoarelor antice a căror limbă este incertă, dar au asemănări culturale și stilistice cu vorbitorii de limbi celtice.
Arta celtică este un termen dificil de definit, care acoperă o perioadă imensă de timp, geografie și culturi. S-a făcut un caz pentru continuitatea artistică în Europa din Epoca Bronzului și, într-adevăr, din epoca neolitică precedentă; cu toate astea, arheologii folosesc în general termenul „celtic” referindu-se la cultura Epocii europene a Fierului începând cu aproximativ 1000 î.Hr., până la cucerirea de Imperiul Roman de cea mai mare parte a teritoriului în cauză, iar istoricii artei încep de obicei să vorbească doar despre „arta celtică”, doar din perioada La Tène (în mare parte secolele al V-lea-I î.Hr.) în continuare. Arta celtică timpurie e un alt termen folosit pentru perioada asta, întinzându-se în Marea Britanie până la aproximativ 150 d.Hr.. Arta medievală timpurie a Marii Britanii și Irlandei, care a produs Cartea din Kells și alte capodopere și este ceea ce „arta celtică” evocă pentru o mare parte a publicului larg din lumea vorbitoare de engleză, se cheamă „arta insulară” în istoria artei. Aceasta este partea cea mai cunoscută, dar nu întreagă, a artei celtice din Evul Mediu timpuriu, care include și altele.

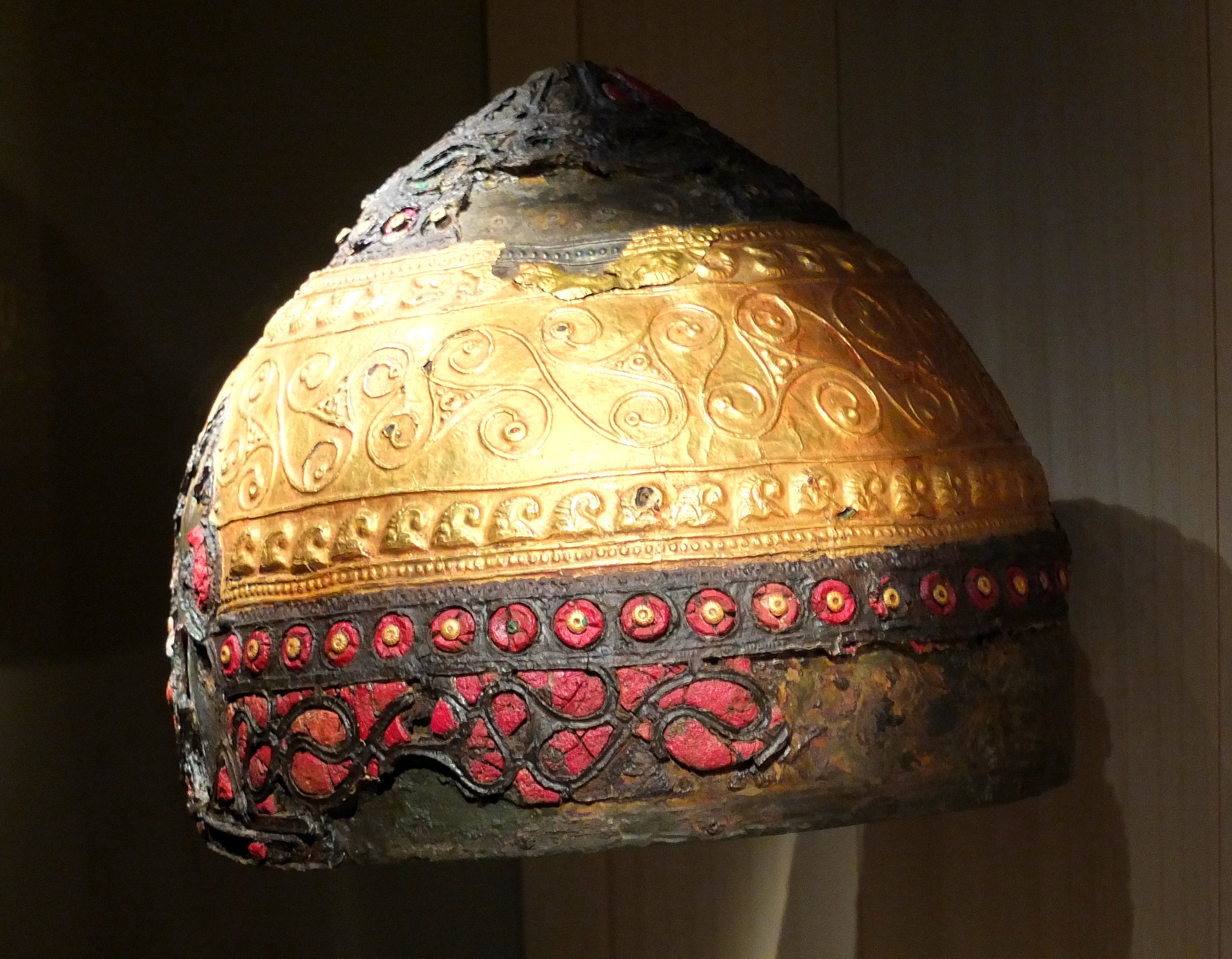
Coiful din Amfreville; al culturii La Tène; secolul al IV-lea î.Hr. târziu; bronz, fier, foiță de aur și email; înălțime: 21,4 cm; Muzeul Național de Arheologie al Franței (Saint-Germain-en-Laye, Franța)
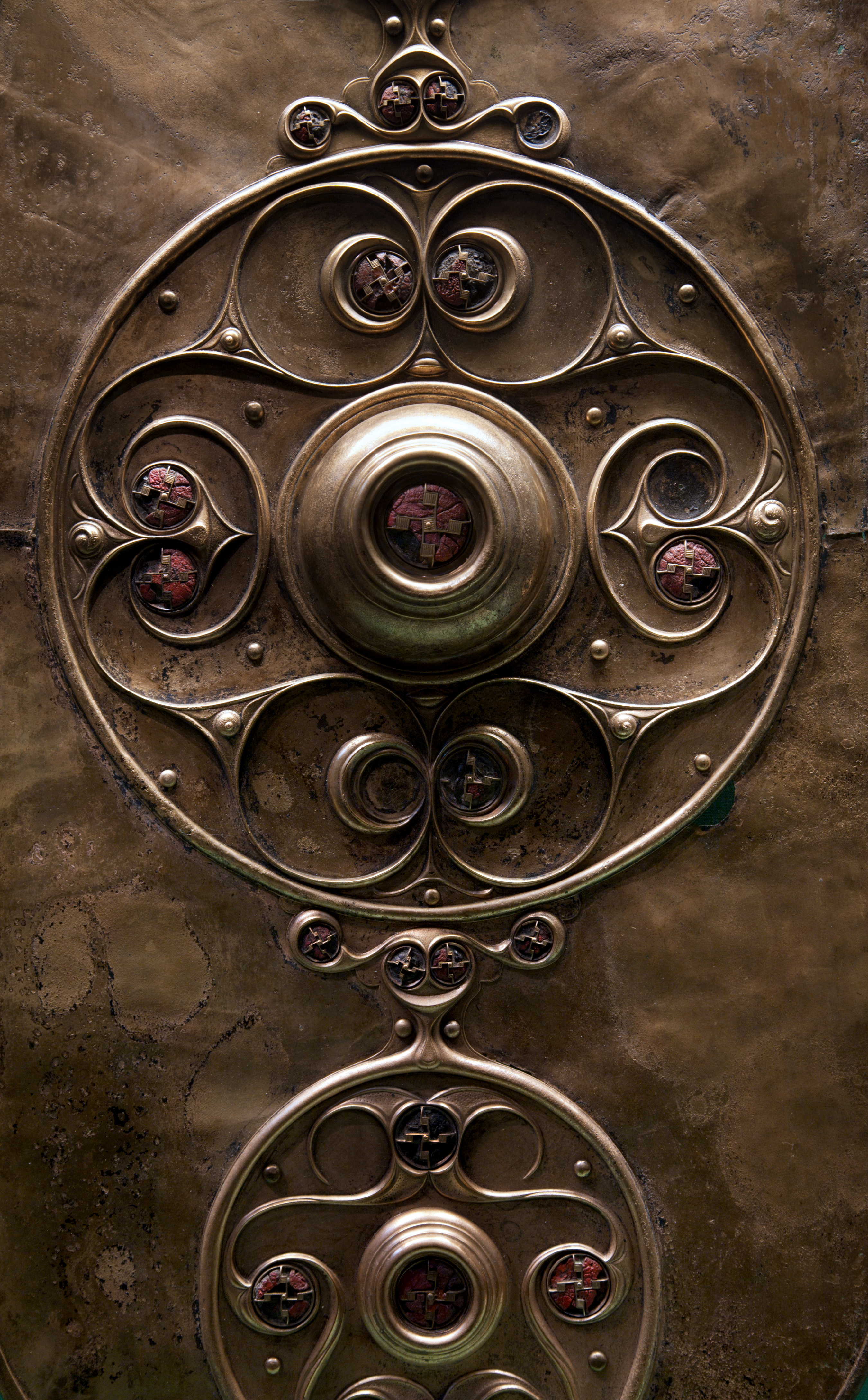
Detaliu al Scutului din Battersea; secolul al IV-lea spre al III-lea î.Hr.; aliaj de cupru și email; înălțime: 77,5 cm; British Museum (Londra)
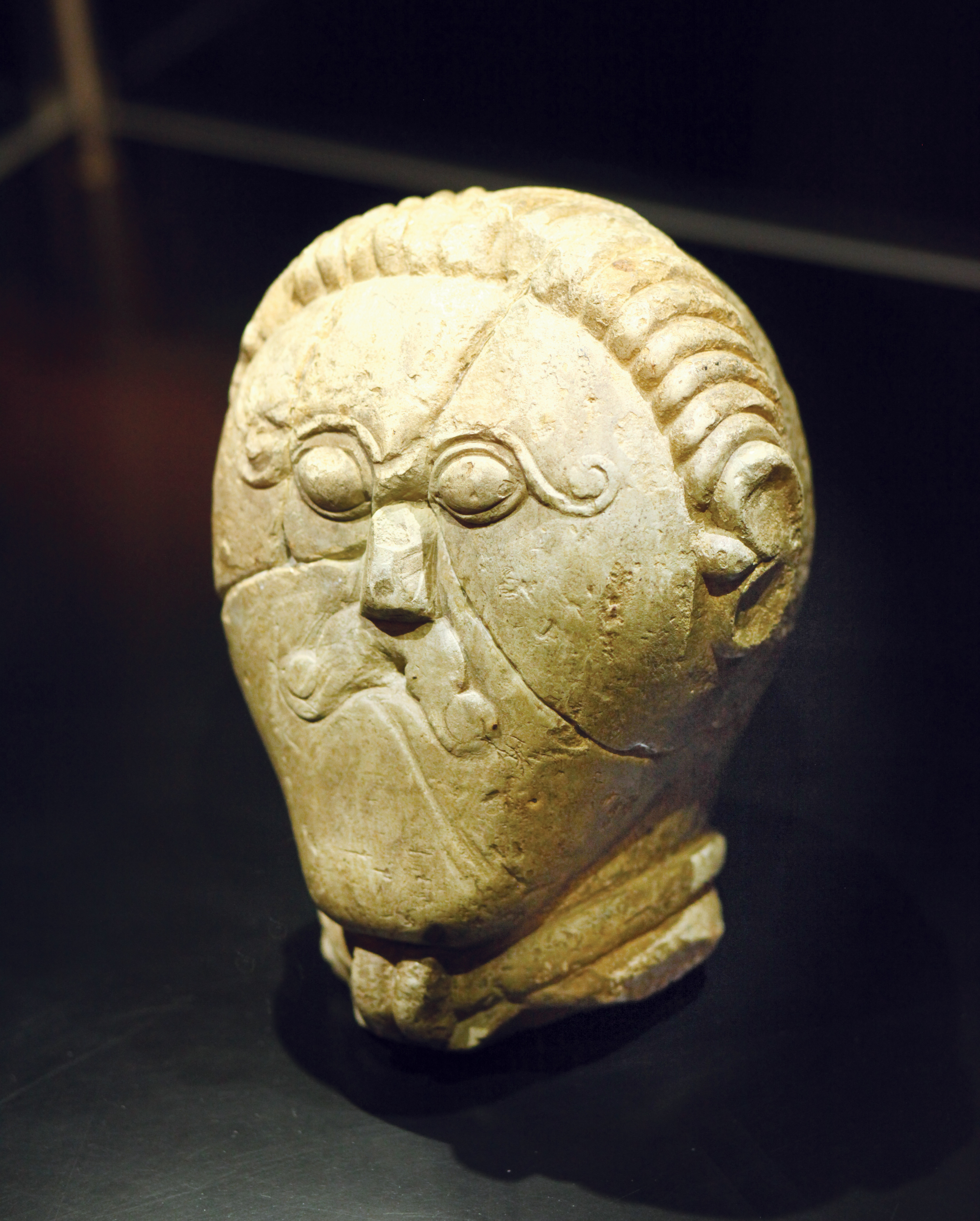
Capul din Mšecké Žehrovice; 150-50 î.Hr.; marnă; înălțime: 23,4 cm, lățime: 17,4 cm; Muzeul Național al Cehiei (Praga)
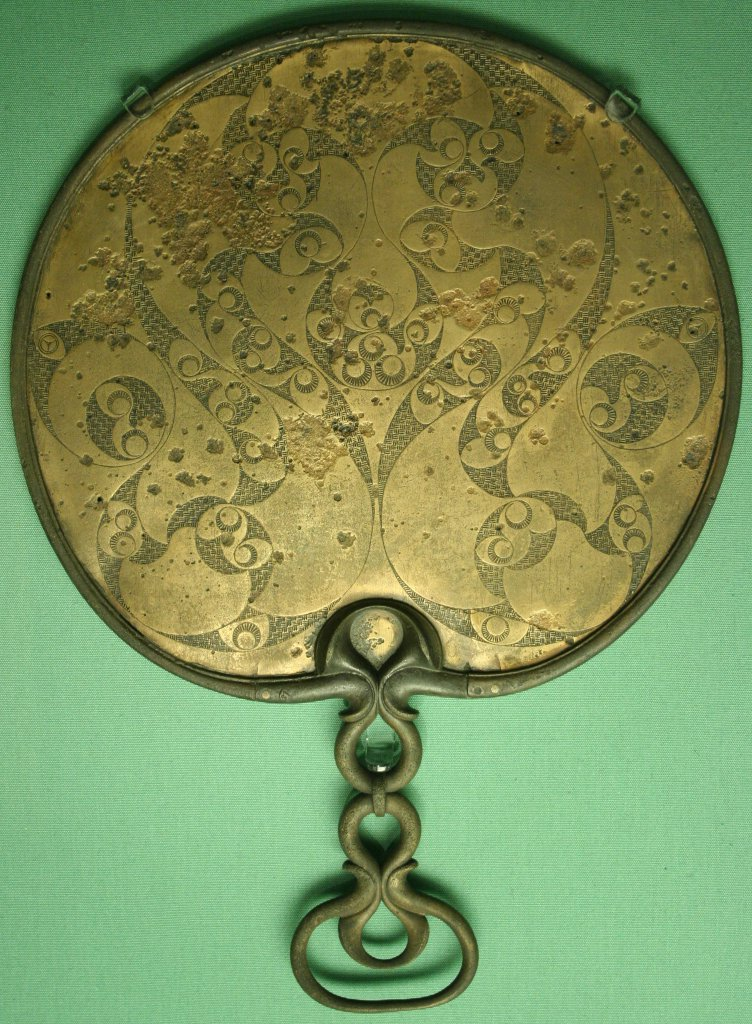
Oglinda din Desborough; 20 î.Hr.-20 d.Hr.; aliaj de cupru; înălțime (cu mâner): 35 cm; British Museum

### Imperiul Ahemenid
Arta ahemenidă include reliefuri din friză, lucruri de metal, decorarea palatelor, zidărie din cărămizi glazurate, meșteșuguri fine (zidărie, tâmplărie etc.) și grădinărit. Cele mai multe opere ale artei curții care au supraviețuit sunt sculpturile monumentale, mai presus de toate reliefurile, capitelurile în formă de perechi de animale și alte sculpturi din Persepolis.
Chiar dacă perșii au luat artiști, cu stilurile și tehnicile lor, din toate colțurile imperiului, au produs nu doar o combinație de stiluri, ci o sinteză a unui nou stil persan unic. Cirus cel Mare avea de fapt un vast patrimoniu iranian antic.
Există o serie de piese foarte fine de bijuterii sau incrustări din metale prețioase, care sunt, de asemenea, cu precădere animale, iar Tezaurul Oxus are o selecție largă de tipuri. Piese mici, de obicei de aur, erau cusute pe îmbrăcăminte de către elită.

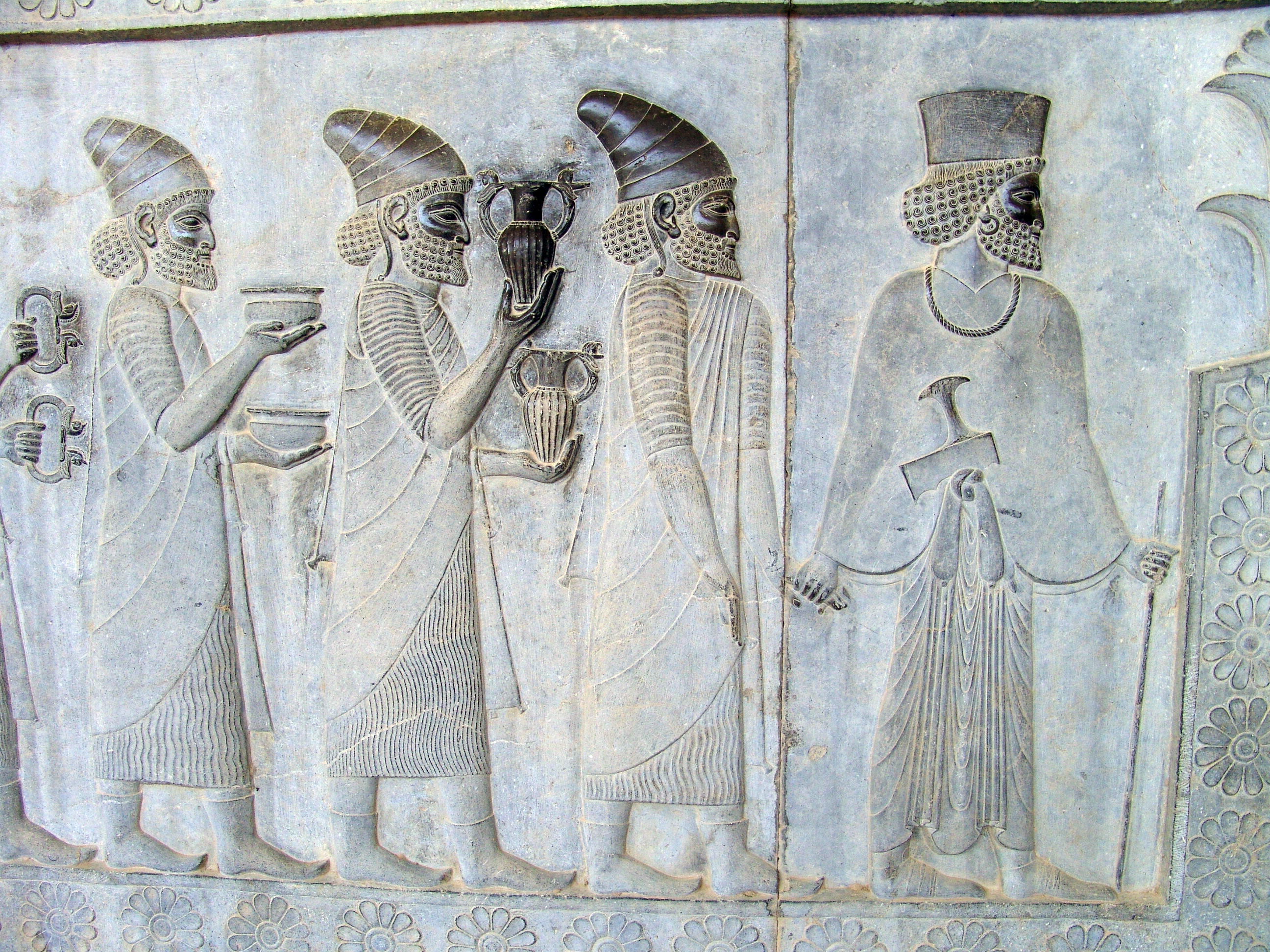
Relief din Persepolis (Iran) care înfățișează oameni care duc blouri și amfore
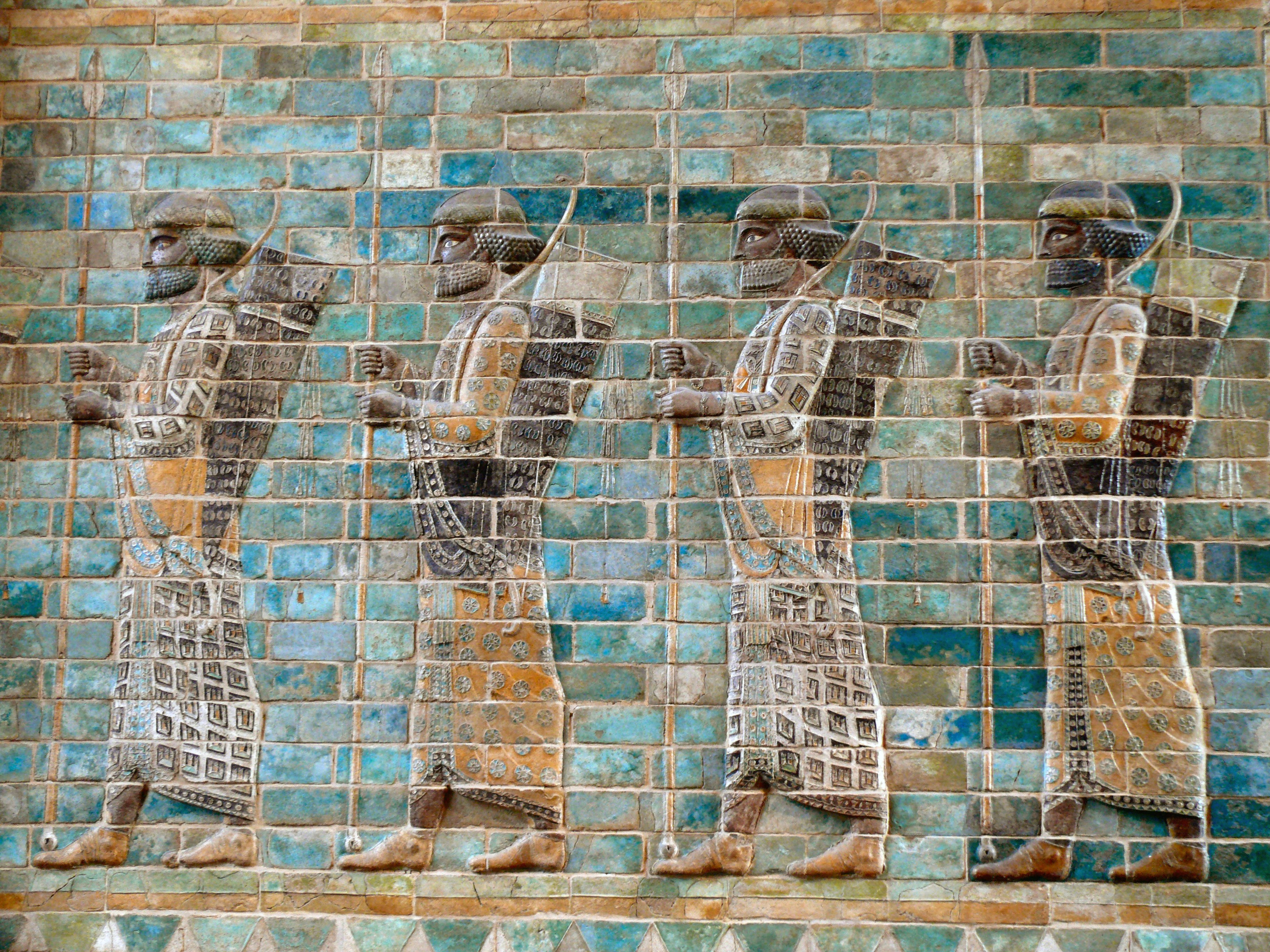
Friză cu arcași; circa 510 î.Hr.; cărămizi; din Palatul lui Darius din Susa; Luvru
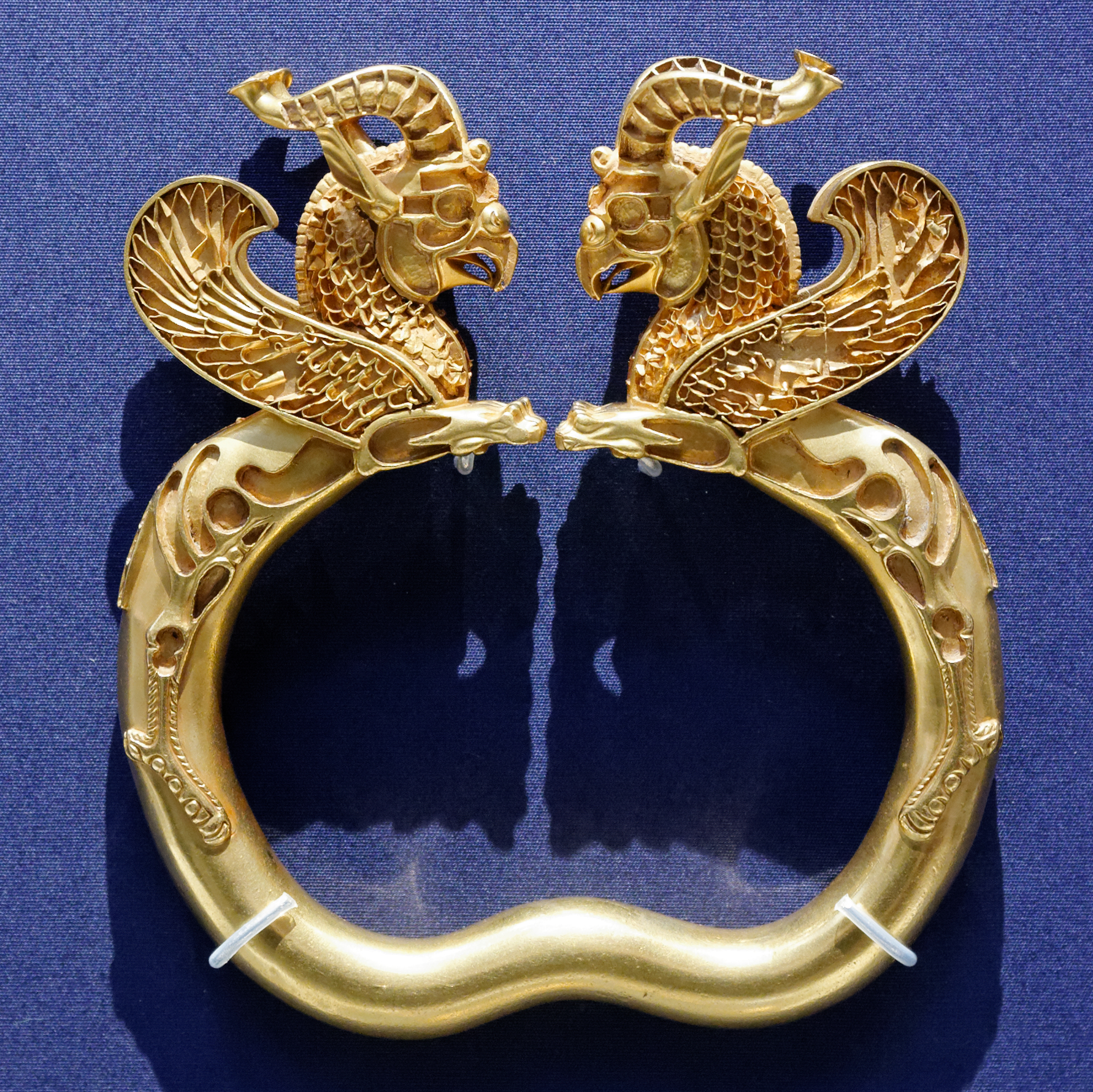
Brățară, parte din Tezaurul Oxus; secolul al V-lea spre al IV-lea î.Hr; aur; lățime: 11,6 cm; British Museum (Londra)
Capitel de coloană; secolul al V-lea spre al IV-lea î.Hr; piatră; înălțime: 1,75 m; de la Persepolis; Muzeul Național al Iranului (Teheran)

### Imperiul Roman
Arta romană este uneori privită ca derivată din precedentele grecești, dar are și propriile sale trăsături distinctive.  Sculptura romană este adesea mai puțin idealizată decât precedentele grecești, fiind foarte realistă. Arhitectura romană a folosit adesea betonul și au fost inventate elemente ca arcul rotund și cupola.  Obiectele de lux din metal, gravuri de bijuterii, sculpturi de fildeș și sticlă sunt uneori considerate în termeni moderni ca fiind forme minore ale artei romane, deși acest lucru nu ar fi fost neapărat cazul contemporanilor.
Arta romană timpurie a fost influențată de arta Greciei și de cea a etruscilor vecini, ei înșiși influențați foarte mult de partenerii comerciali greci. Pe măsură ce Republica Romană în expansiune a început să cucerească teritoriul grec, la început în Italia de Sud și apoi întreaga lume elenistică, cu excepția Imperiul Part din estul extrem, sculptura oficială și cea patriciană au devenit în mare măsură o extensie a stilului elenistic, mai ales că atâtă sculptură greacă supraviețuiește doar în copii ale perioadei romane.
Ceramica romană antică nu era un produs de lux, dar o producție vastă de „obiecte fine” din terra sigillata erau decorate cu reliefuri care reflectau cel mai recent gust și ofereau unui grup mare din societate obiecte elegante la ceea ce era evident un preț accesibil. Monedele romane erau un mijloc important de propagandă și au supraviețuit în număr enorm.

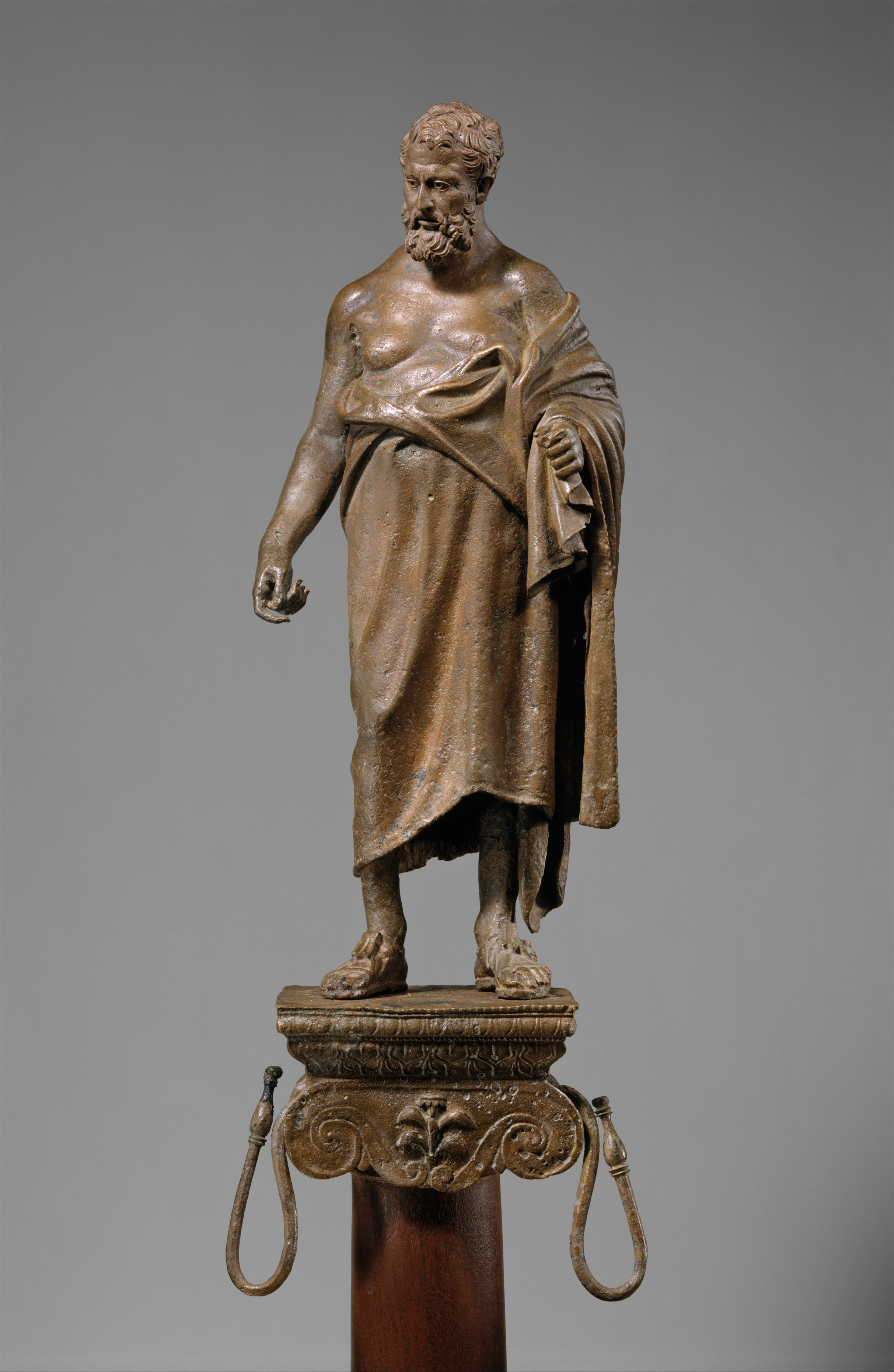
Statuetă de bronz a unui filozof; secolul I î.Hr. trâziu; bronz; per ansamblu: 27,3 cm; greutate: 2,9 kg; Muzeul Metropolitan de Artă (New York City)
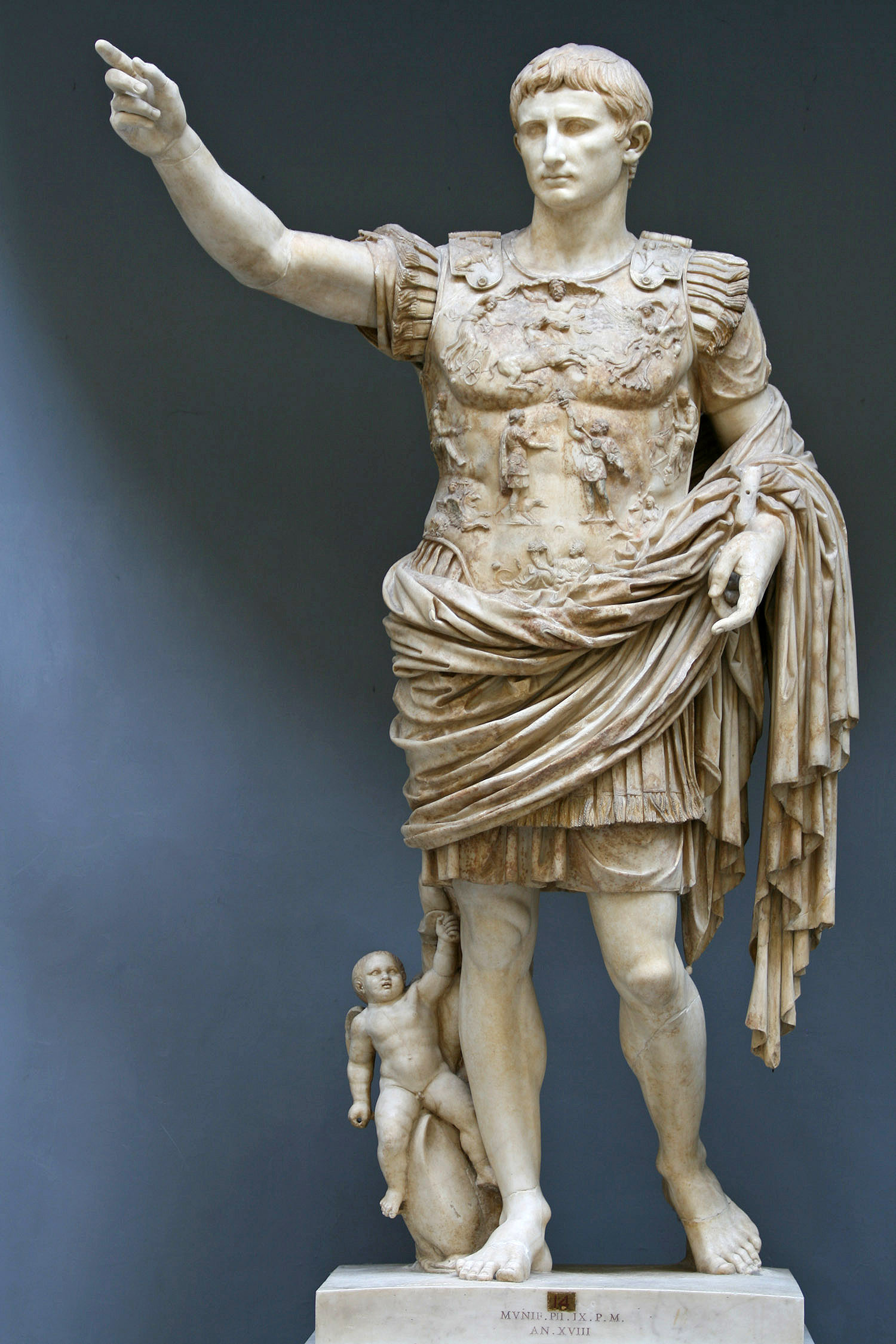
Augustus din Prima Porta; circa 20 î.Hr.; marmură albâ; înălțime: 2,06 m; Muzeele Vaticane (Vatican)
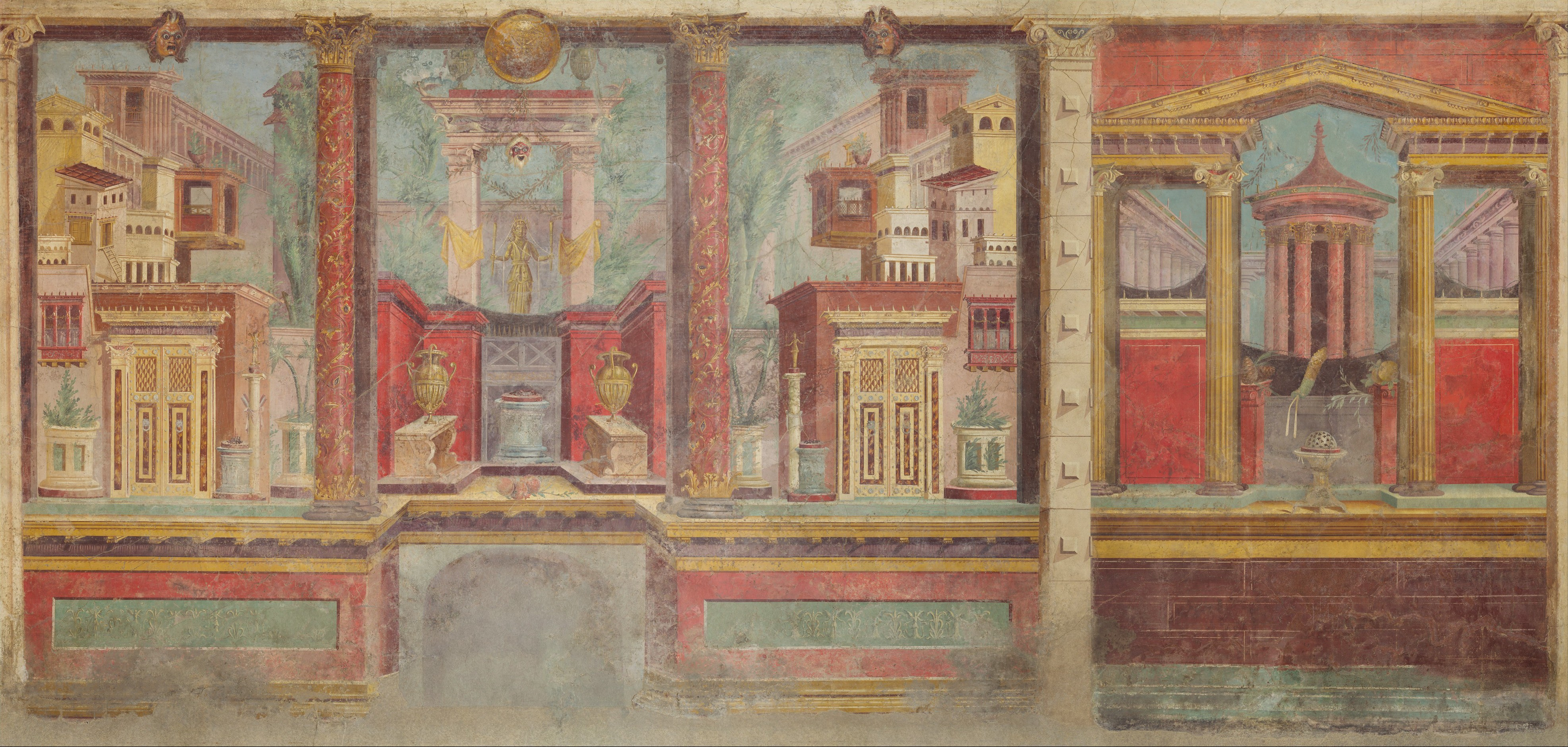
Frescă din dormitorul unei vile antice; 50-40 î.Hr.; dimensiunile camerei: 265,4 x 334 x 583,9 cm; Muzeul Metropolitan de Artă
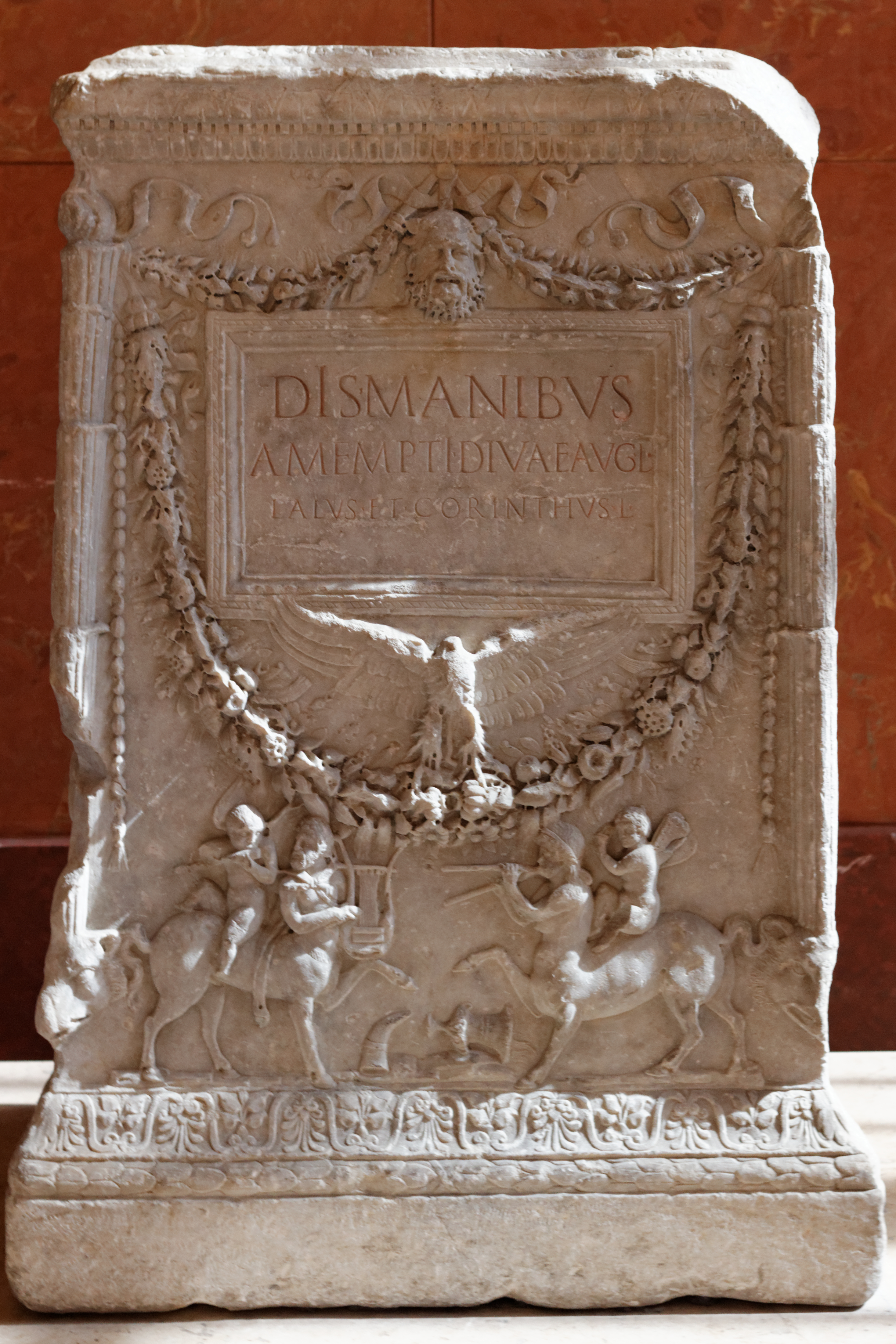
Altar cu festoane; circa 50 d.Hr.; marmură; înălțime: 99,5 cm, lățime: 61,5 cm, adâncime: 47 cm; Luvru
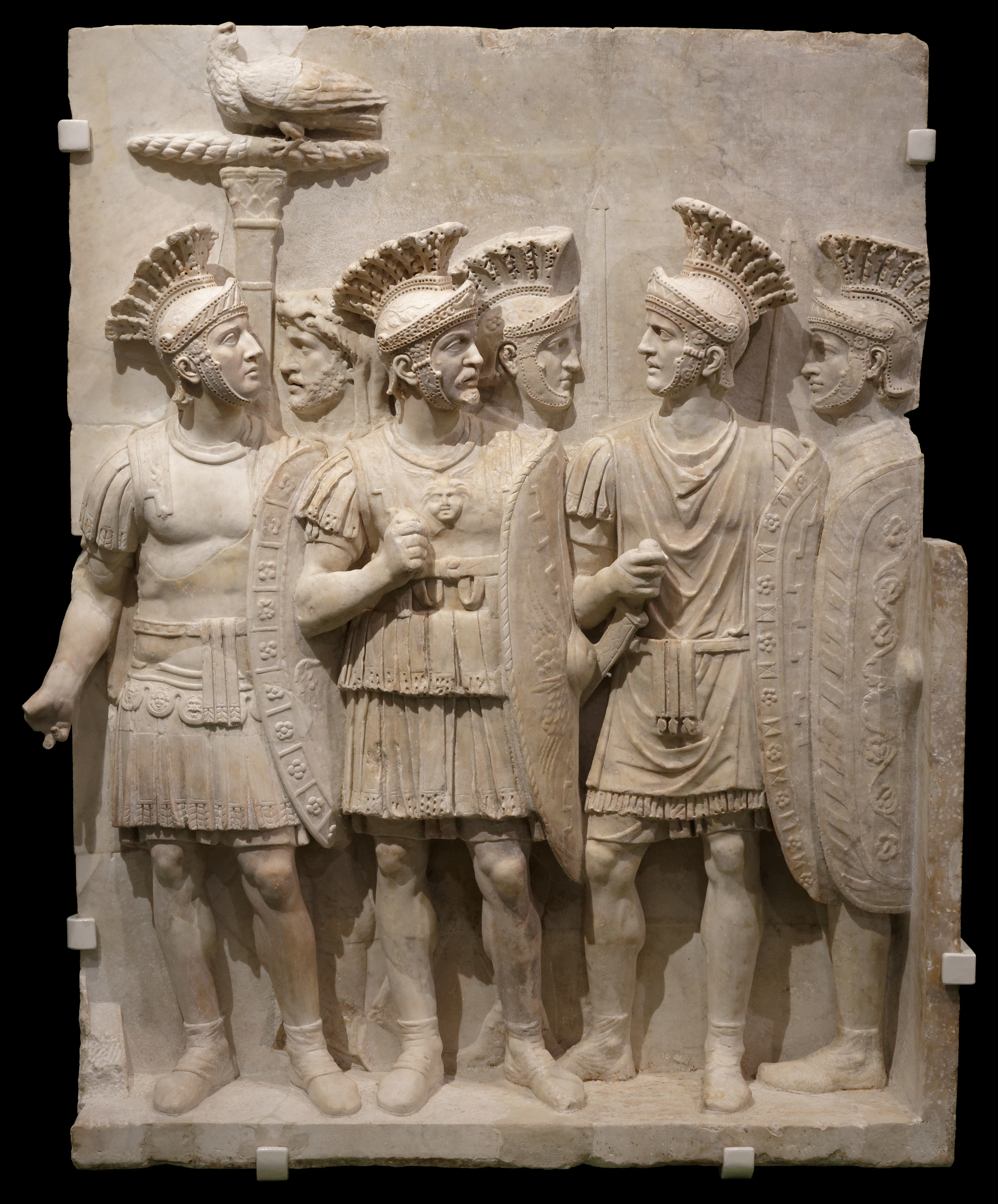
Relieful cu Pretorieni; circa 51–52; marmură; 163 × 134 × 28 cm; Louvre-Lens (Lens, Franța)
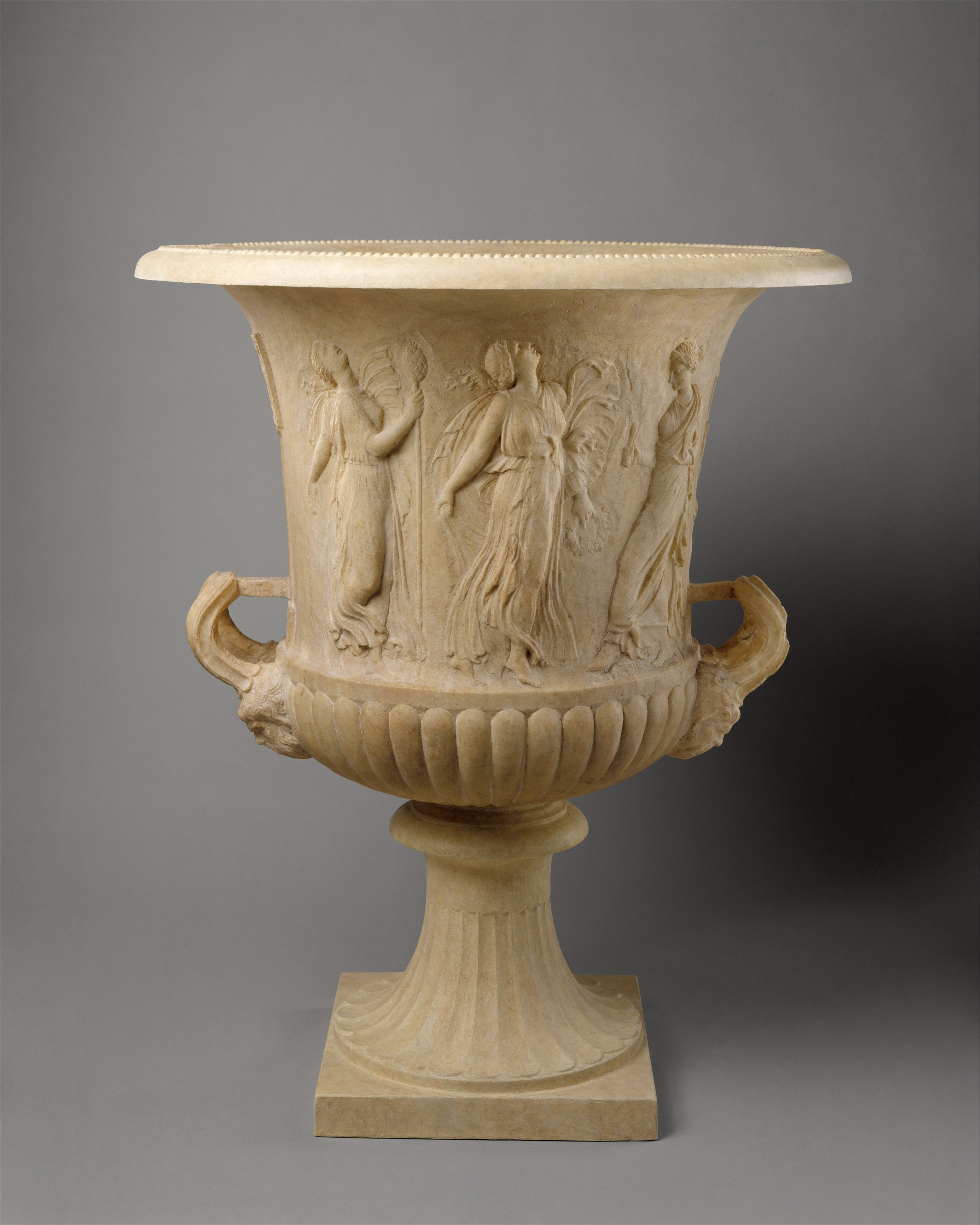
Caliciu-crater cu reliefuri cu fecioare care dansează; secolul I d.Hr.; marmură pentilică; înălțime: 80,7 cm; Muzeul Metropolitan de Artă
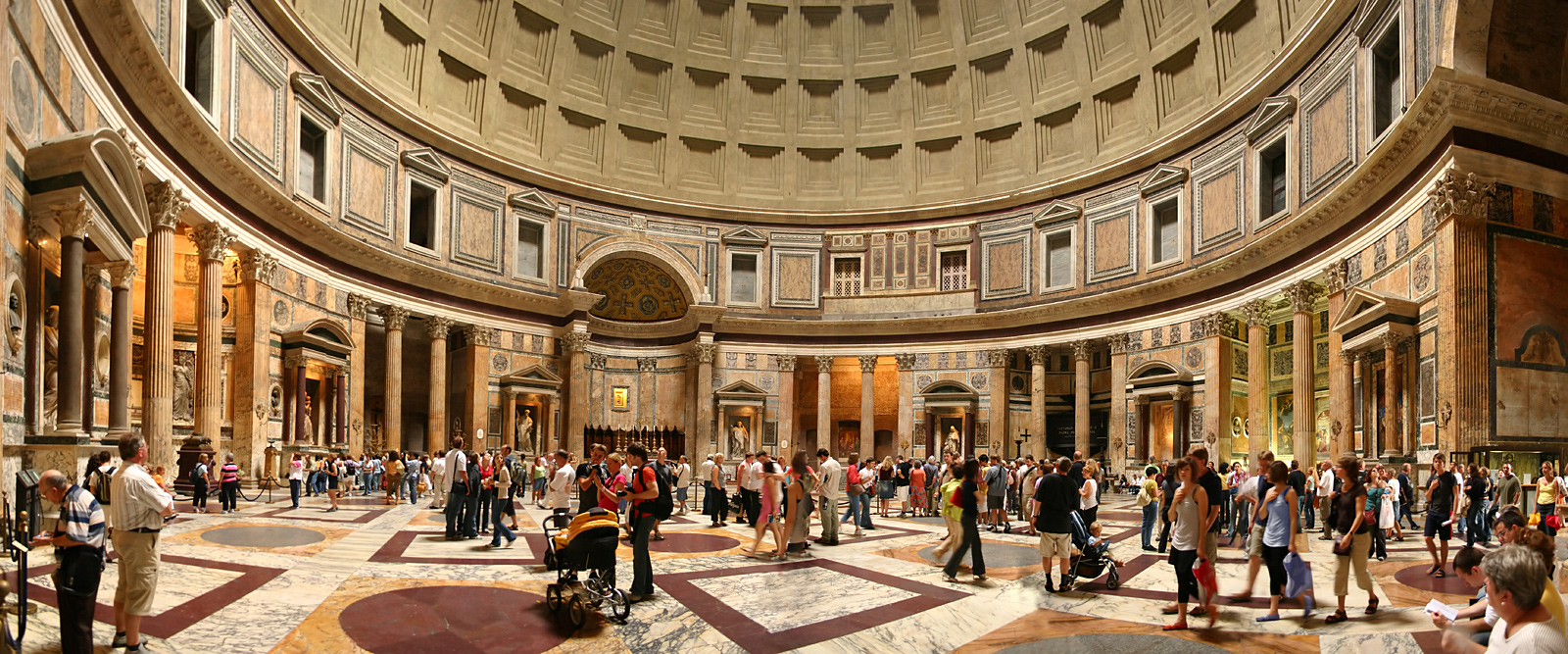
Vedere panoramică a Panteonului din Roma, construit între 113 și 125
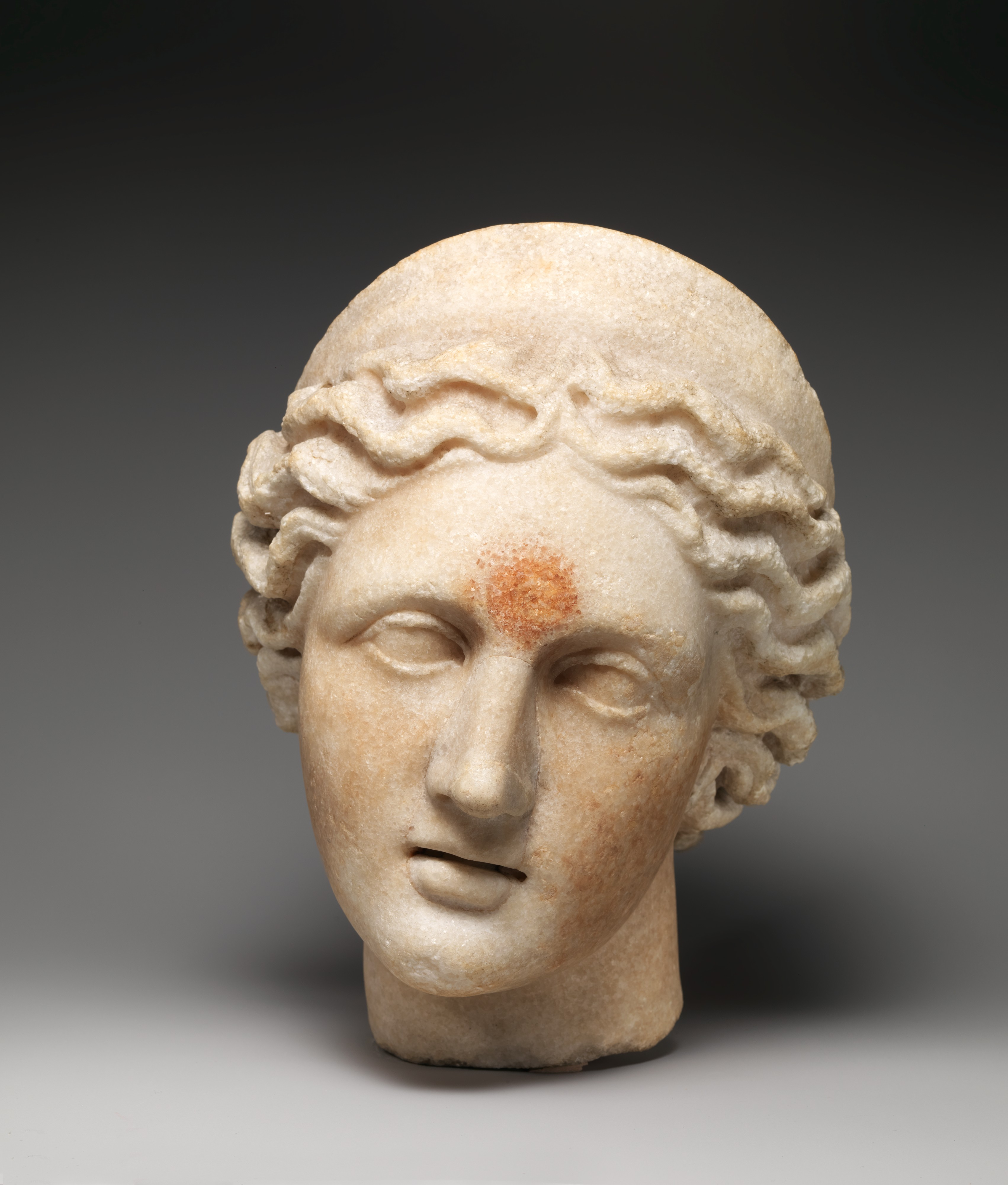
Capul unei zeițe care poartă o diademă; secolele I-al II-lea; marmură; înălțime: 23 cm; Muzeul Metropolitan de Artă
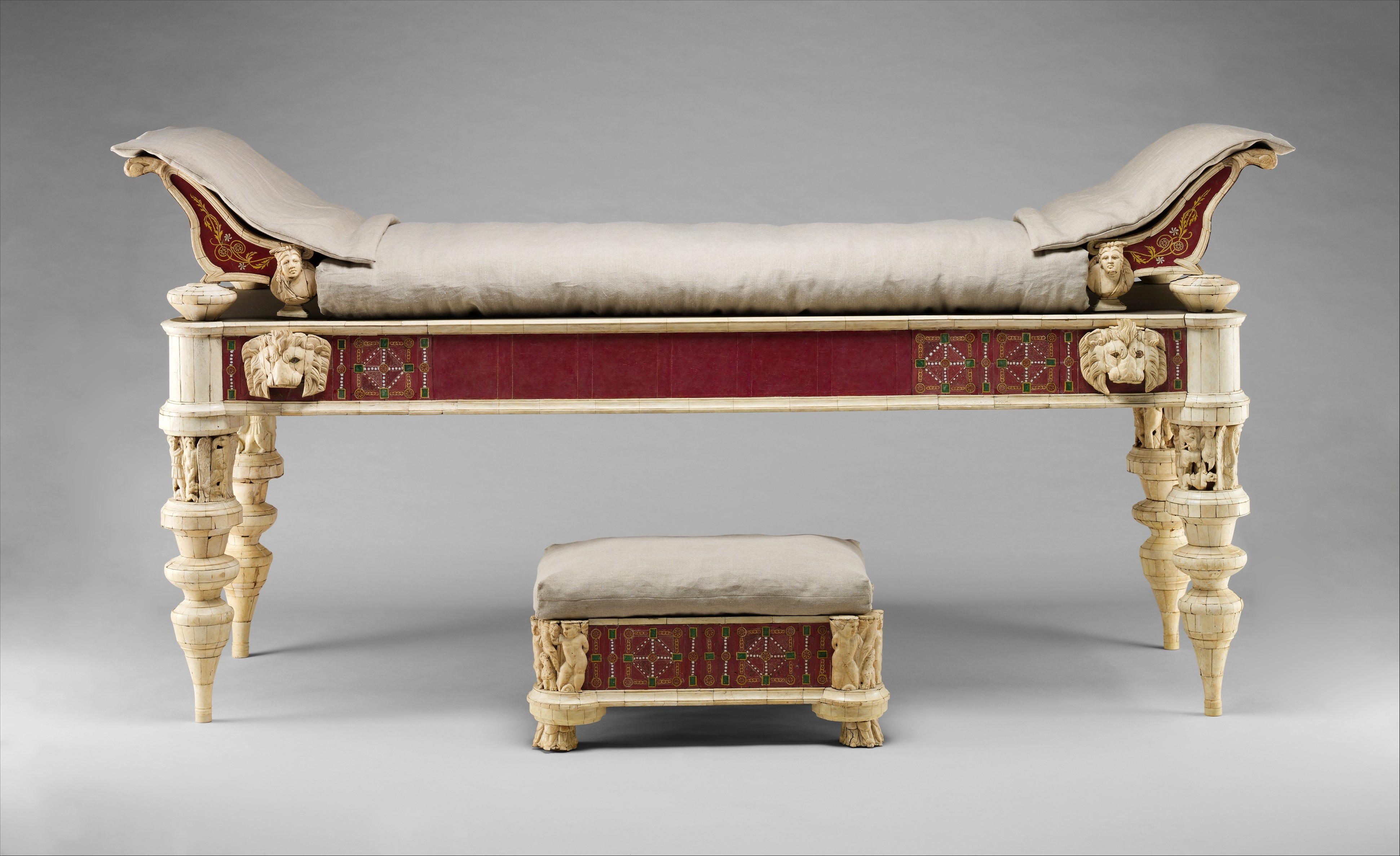
Canapea cu taburet; secolele I-al II-lea; lemn, os și sticlă; canapeaua: 105,4 × 76,2 × 214,6 cm; Muzeul Metropolitan de Artă
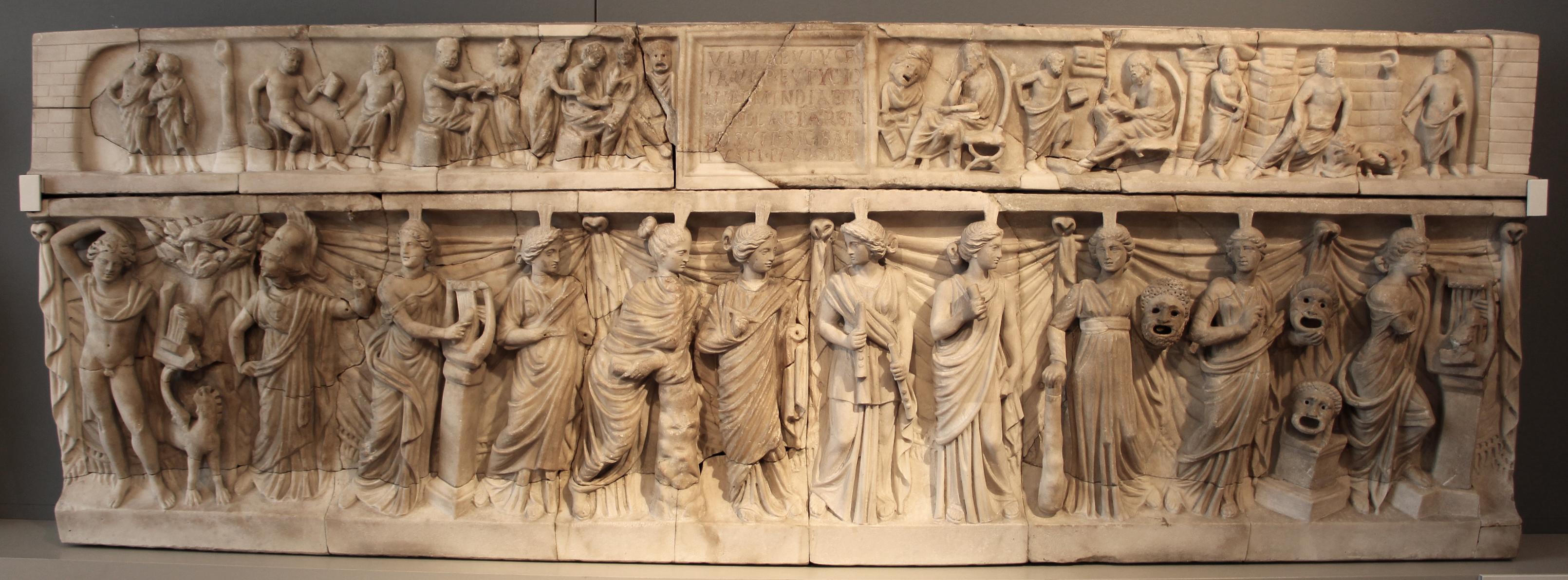
Sarcofag cu Apollo, Minerva and the Muzele; circa 200; din Via Appia; Antikensammlung Berlin (Berlin)
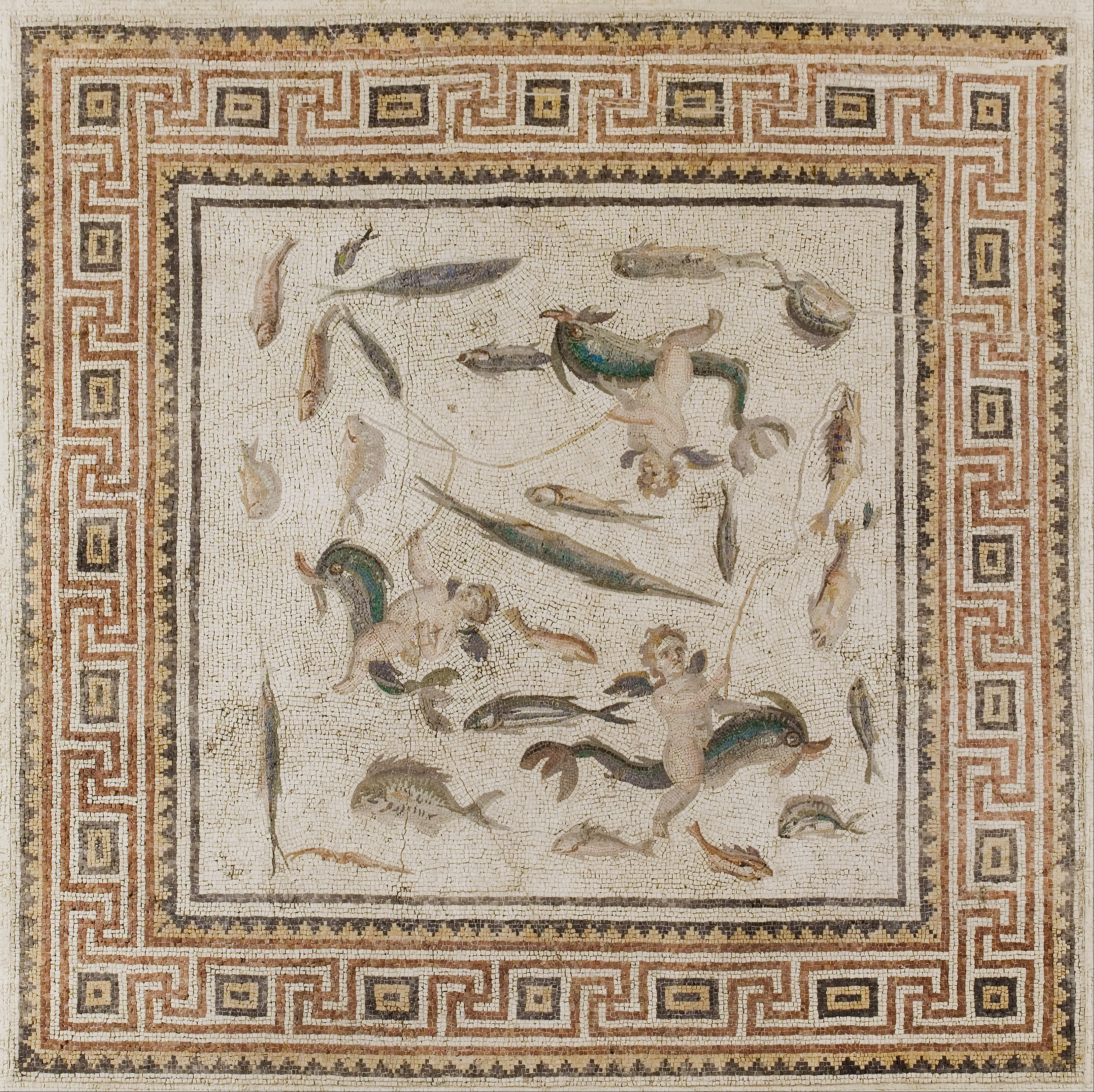
Mozaic marin (panoul central din trei panouri ale unei podele); 200-230; mozaic (piatră și sticlă); înălțime: 2.915 mm, lățime: 2.870 mm; Muzeul de Arte Frumoase (Boston, SUA)
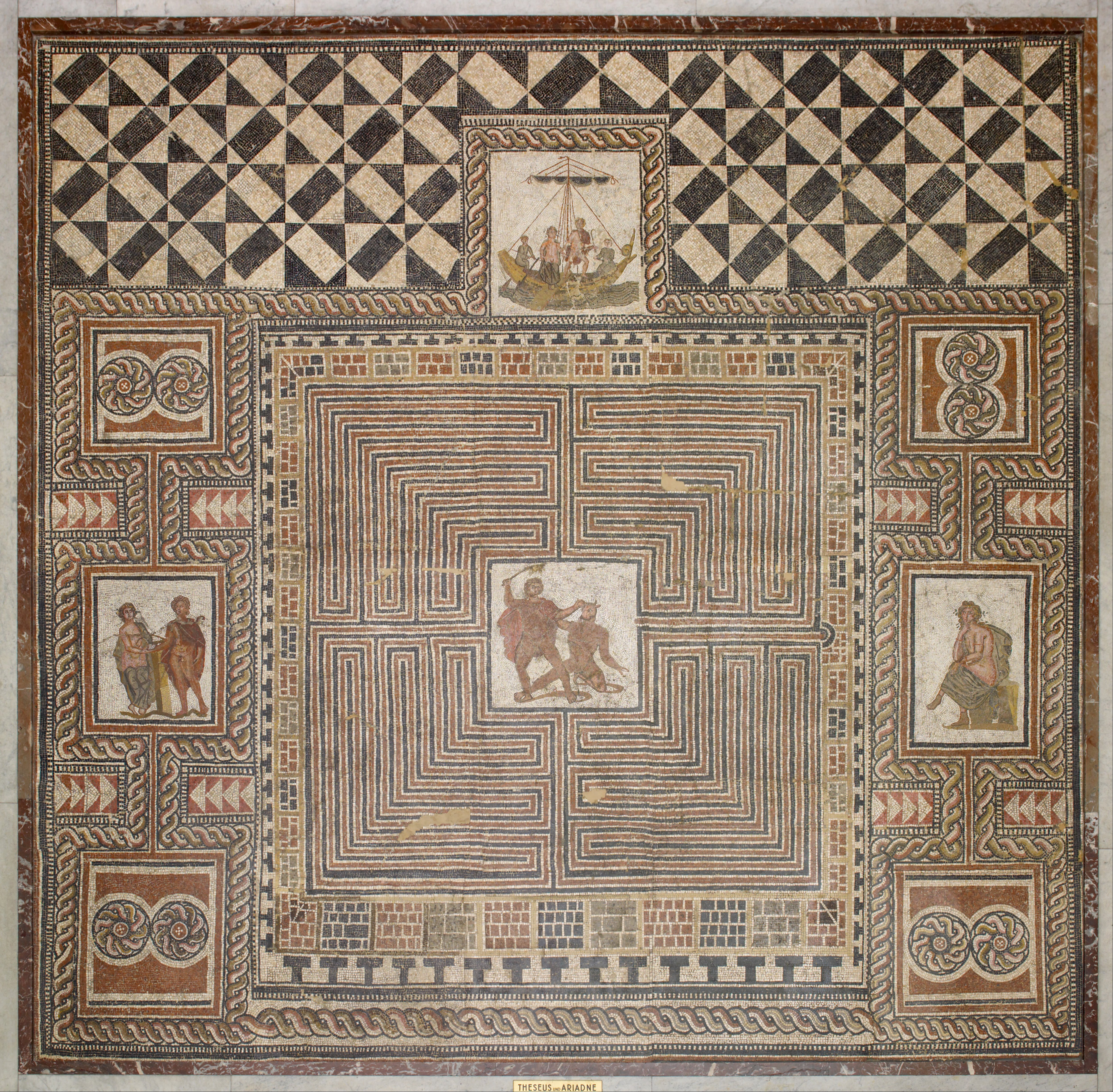
Mozaicul cu Tezeu; 300-400; bucățele de marmură și calcar; 4,1 x 4,2 m; Muzeul de Istorie a Artei din Viena (Austria)

### Olmecii
Olmecii sunt cea mai veche civilizație majoră cunoscută din Mesoamerica în urma unei dezvoltări progresive în Soconusco.
Locuiau în zonele tropicale joase din sud-centrul Mexicului, în statele actuale Veracruz și Tabasco. S-a speculat că olmecii derivă în parte de la vecinii Mokaya sau Mixe-Zoque. Olmecii au înflorit în perioada formativă din Mesoamerica, datând aproximativ de la 1500 î.Hr. până la aproximativ 400 î.Hr. Culturile preolmece au înflorit în zonă începând cu aproximativ 2500 î.e.n., dar până în 1600-1500 î.Hr., cultura olmecă timpurie apărând, centrată pe situl San Lorenzo Tenochtitlán, lângă coasta din sud-estul Veracruzului. Ei au fost prima civilizație mesoamericană și au pus multe dintre bazele civilizațiilor care i-au urmat.
Cultura olmecă a fost definită pentru prima dată ca un stil artistic, și continuă să fie semnul distinctiv al culturii. Lucrată într-un număr mare de materiale - jad, argilă și bazalt, printre altele - o mare parte a artei olmece, ca Luptătorul, e naturalistă. Alte opere de artă exprimă creaturi antropomorfe fantastice, adesea extrem de stilizate, folosind o iconografie care reflectă un sens religios. Motivele obișnuite includ guri deschise și capete, ambele fiind văzute în reprezentări ale vârcojaguarilor.

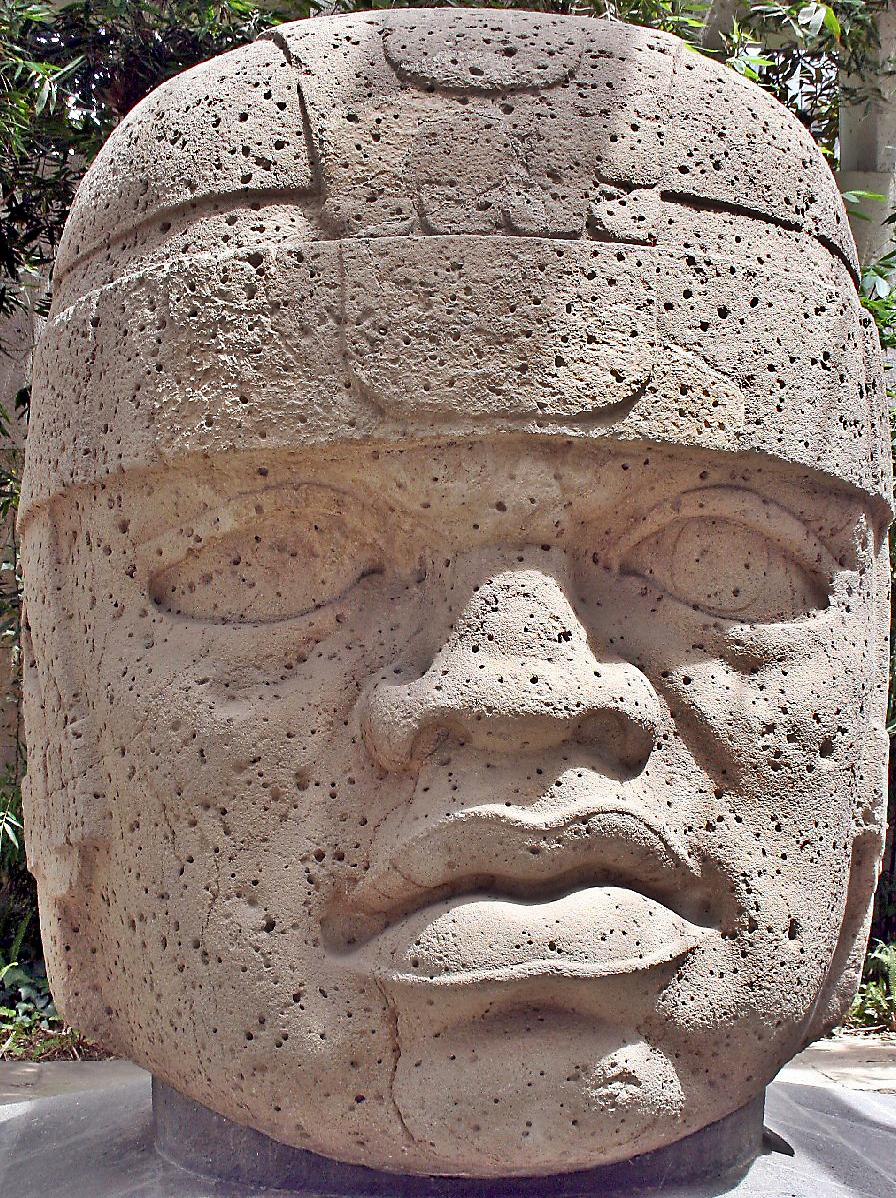
Capul Colosal numărul 1 de la San Lorenzo. O personalitate istorică, probabil un lider olmec, e reprezentată în această sculptură monumentală găsită la San Lorenzo (în Tabasco, Mexic), un principal centru olmec
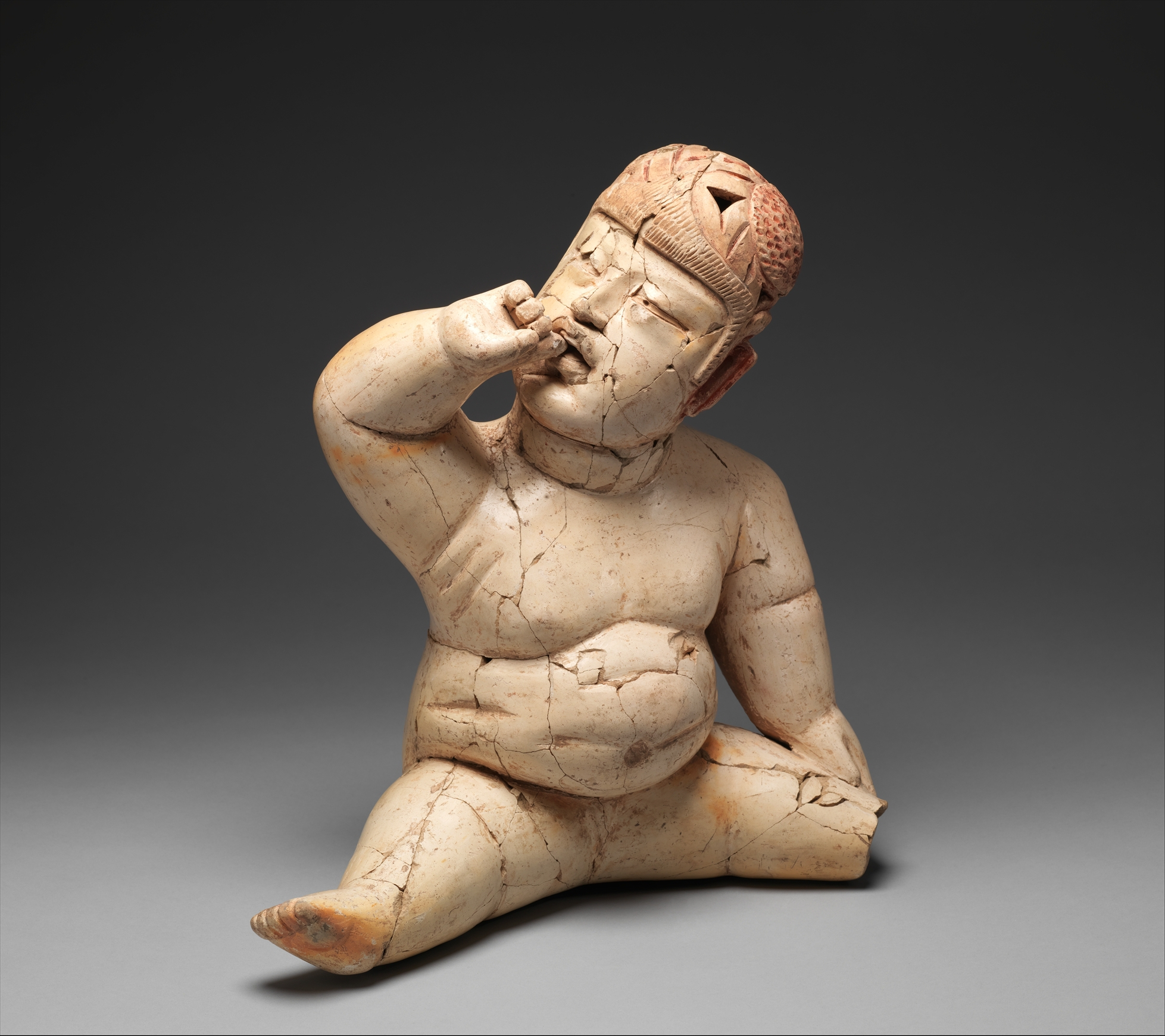
Figurină așezată; circa secolele al XII-lea-al IX-lea î.Hr.; ceramică pictată; înălțime: 34 cm, lățime: 31,8 cm, adâncime: 14,6 cm; Muzeul Metropolitan de Artă (New York City)
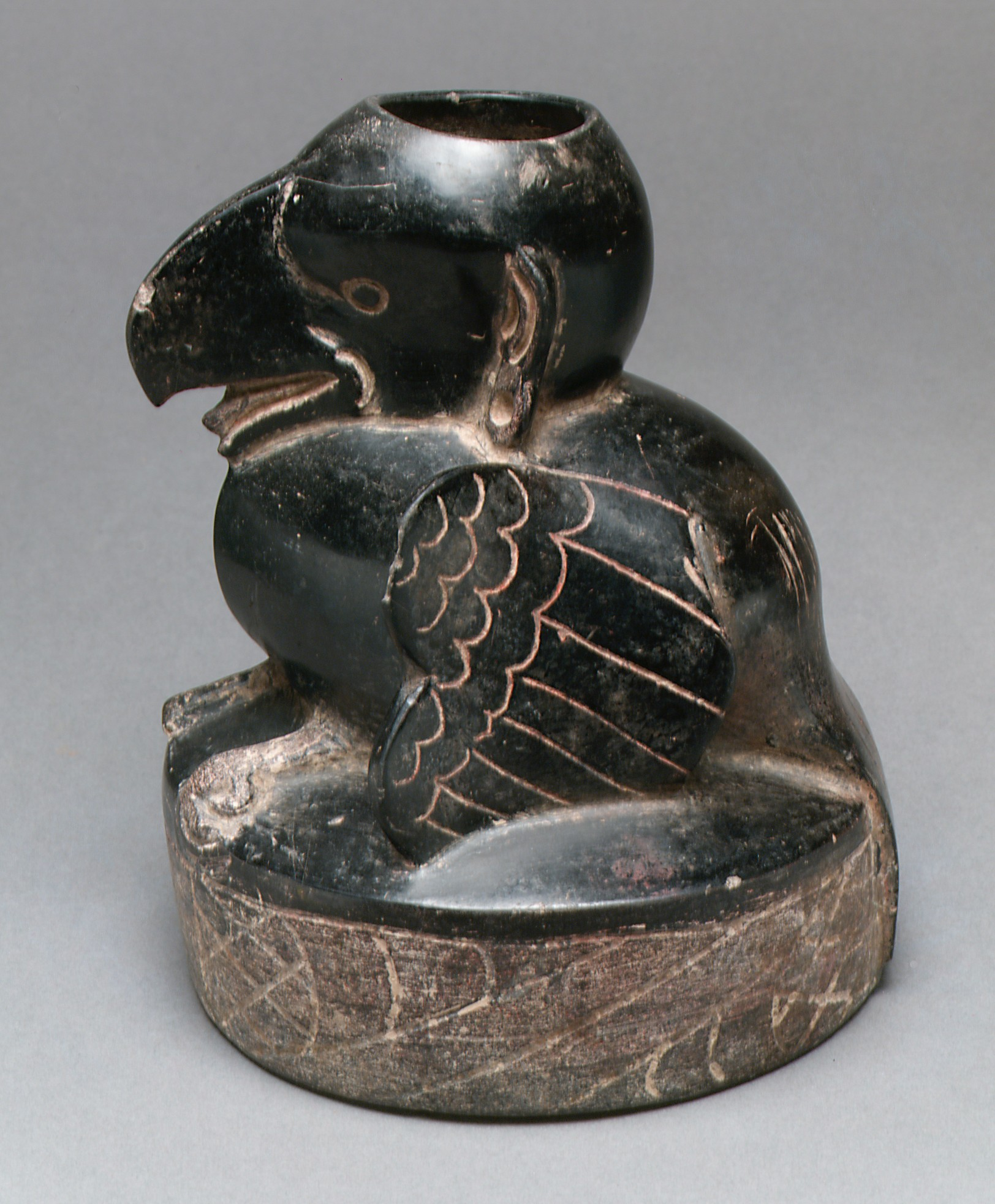
Vas în formă de pasăre; circa secolele al XII-lea-al IX-lea î.Hr.; ceramică; înălțime: 16,5 cm; Muzeul Metropolitan de Artă
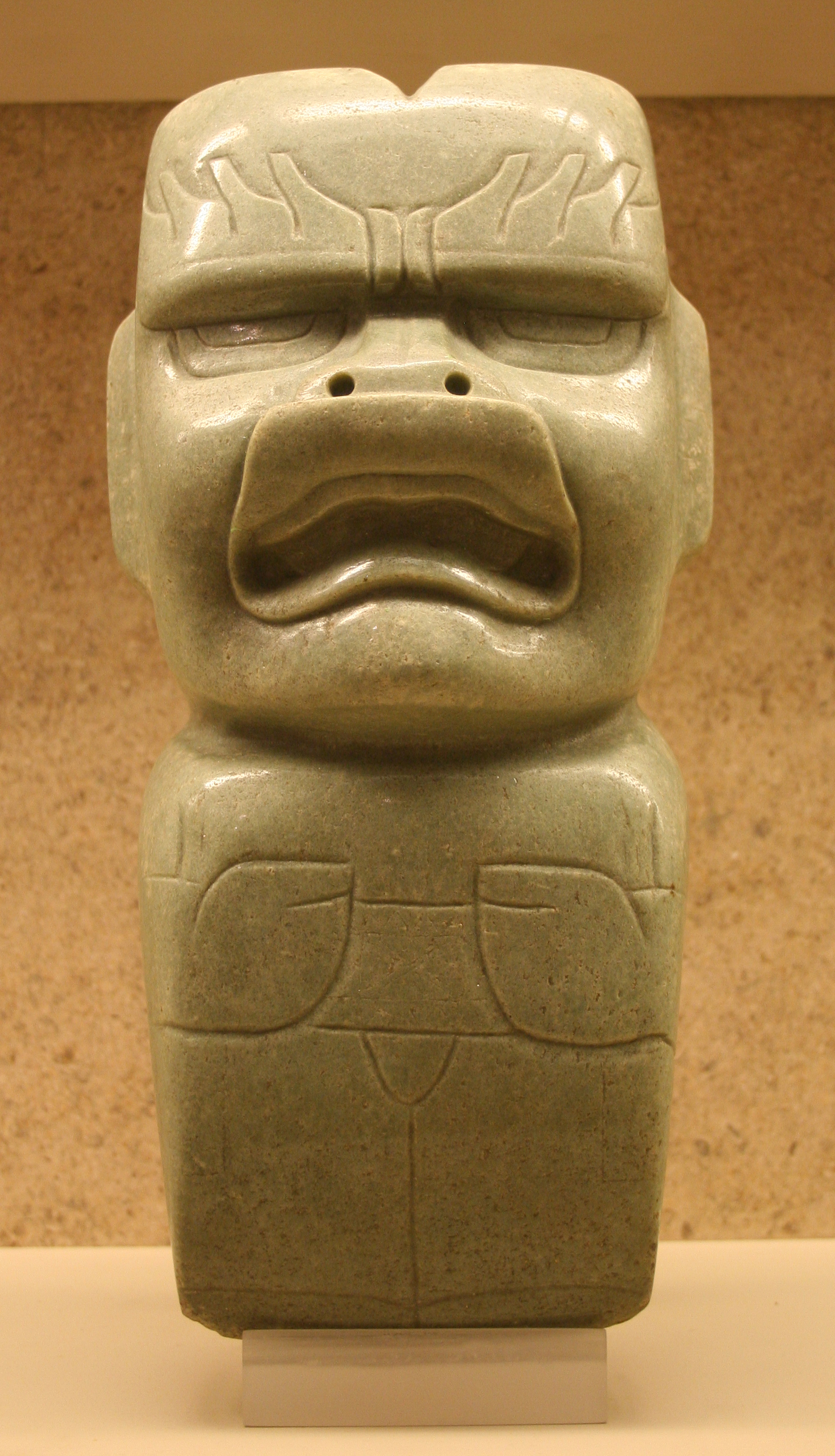
Secure Kunz; 1200–400 î.Hr.; aventurin; înălțime: 29 cm, lățime: 13,5 cm; British Museum (Londra)

## Orientul Mijlociu

### Arabia preislamică

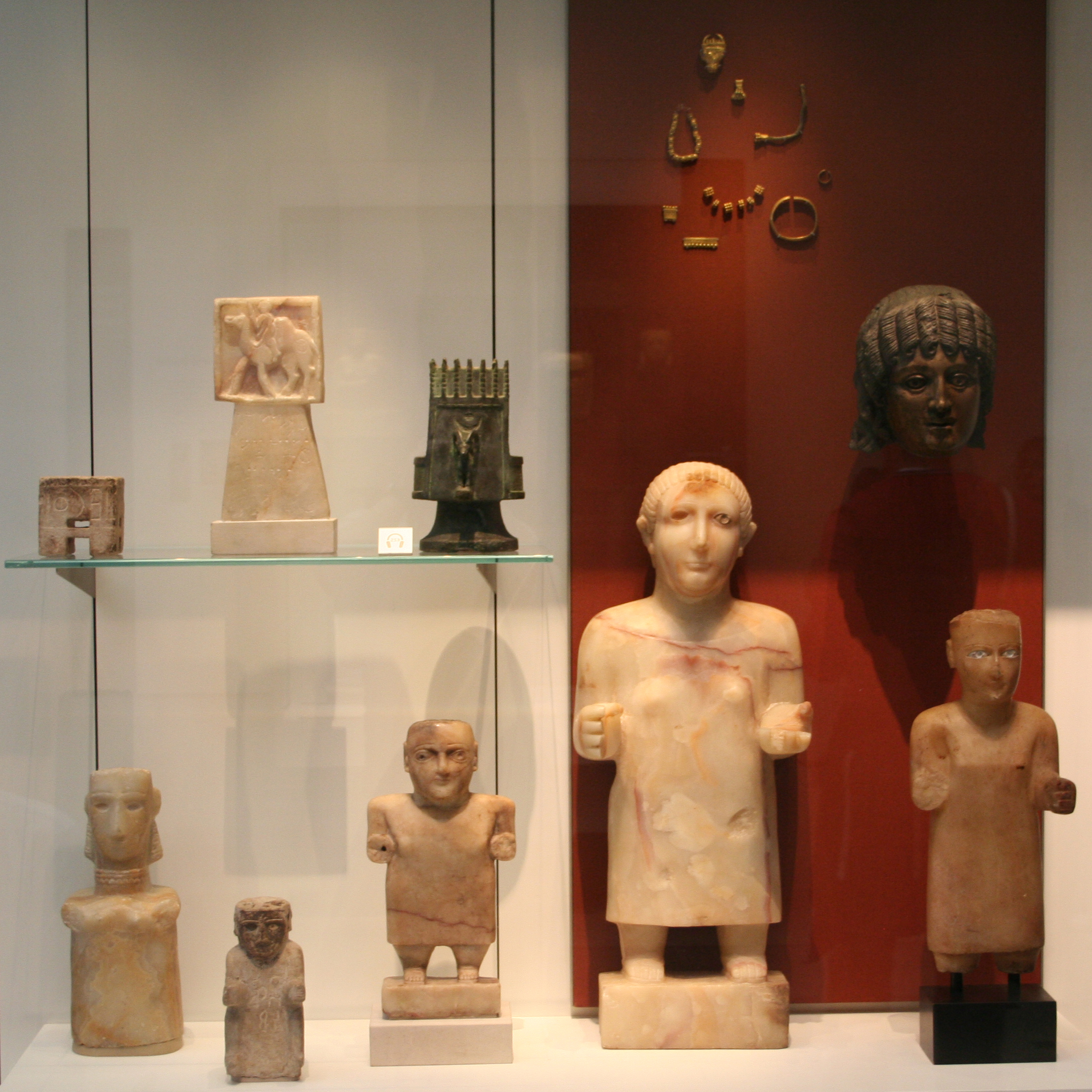
Artă arabă preislamică expusă în British Museum (Londra)

Arta Arabiei preislamice e legată de cea a culturilor vecine. Yemenul preislamic a produs capete de alabastru stilizate cu un farmec estetic și istoric deosebit. Majoritatea sculpturilor preislamice sunt realizate din alabastru.
Arheologia a dezvăluit câteva civilizații stabilite timpuriu în Arabia Saudită: civilizația Dilmun din estul Peninsulei Arabice, Thamud la nord de Hidjaz și regatul Kindah și civilizația Al-Magar din centrul Peninsulei Arabice. Primele evenimente cunoscute din istoria Arabiei sunt migrațiile din peninsulă în zonele învecinate. În antichitate, rolul societăților din Arabia de Sud, cum ar fi Saba (Șeba), în producerea și comerțul de aromatice nu numai că a adus bogății în asemenea regate, dar a legat Peninsula Arabică de rețele comerciale, rezultând influențe artistice de amploare.
Pare probabil ca înainte de aproximativ 4000 î.Hr., climatul arab să fi fost ceva mai umed decât în ziua de azi, beneficiind de un sistem musonic care s-a mutat de atunci spre sud. În sud-vestul Arabiei (Yemenul modern), un climat mai umed a susținut mai multe regate în timpul celui de-al doilea și primul mileniu î.Hr. Cel mai cunoscut dintre e
ele e Șeba, regatul biblic al Reginei din Șeba. Societățile astea au făcut o combinație între comerțul cu mirodenii și resursele naturale ale regiunii, inclusiv aromatice, cum ar fi incinsul și mirul, pentru construirea unor regate bogate. Mārib, capitala sabeeană, a fost bine poziționat astfel încât să atingă comerțul mediteranean și cel din Orientul Apropiat, iar în regate spre est, în ceea ce este astăzi Oman, au fost posibile legături comerciale cu Mesopotamia, Persia și chiar India. Zona nu a fost niciodată o parte din imperiile asirian sau persan, iar controlul babilonian asupra nord-vestul Arabiei pare să fi fost relativ scurt. Ulterior, încercările romane de a controla comerțul lucrativ al regiunii au fost fondate. Impenetrabilitatea asta pentru armatele străine a mărit fără îndoială puterea de negociere a conducătorilor antici în comerțul cu mirodenii și tămâie.
Chiar dacă supusă influențelor externe, Arabia de Sud și-a păstrat caracteristici deosebite pentru sine. Figura umană se bazează, de regulă, pe forme puternice, pătrate, modelarea fină a detaliilor contrastând cu o simplitate stilizată a formei.

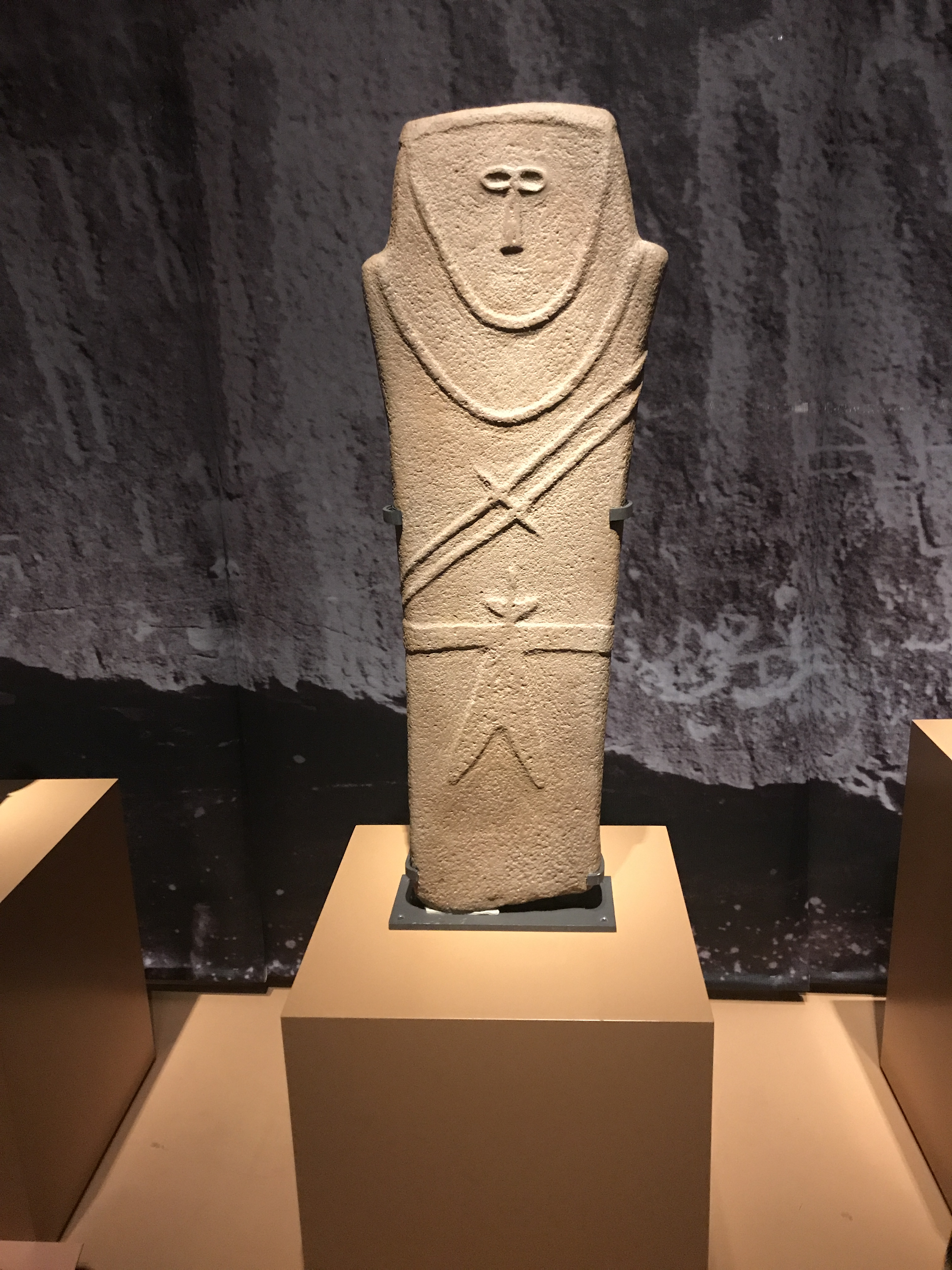
Stela unei bărbat; secolul al IV-lea î.Hr.; gresie; înălțime: 92 cm; din Al-`Ula (Arabia Saudită); într-o expozitie temporară din Muzeul Național al Coreei (Seul), numită Drumurile Arabiei: Comori Arheologice ale Arabiei Saudite
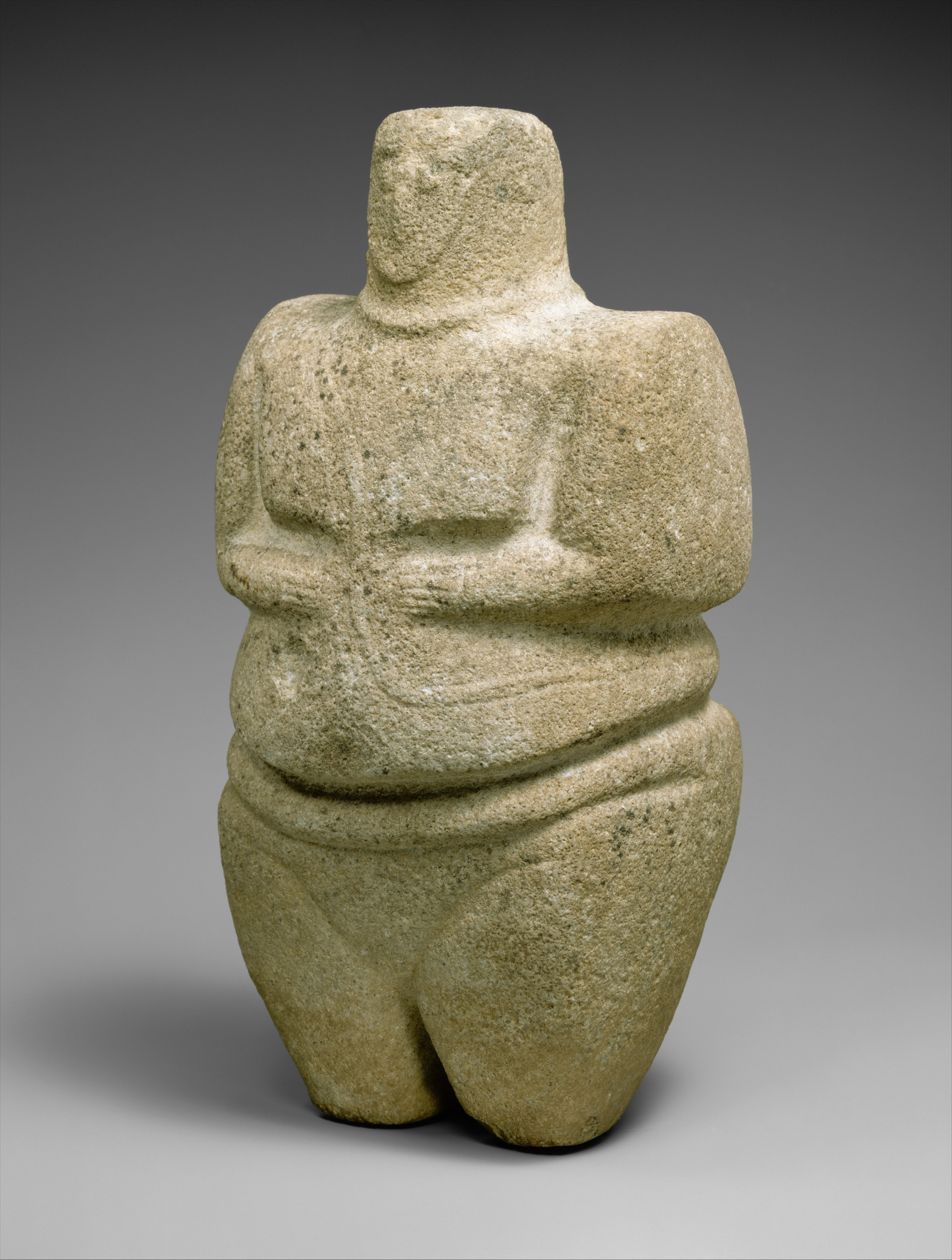
Figurină feminină așezată care poartă o curea și un colier; mileniile al III-lea-al II-lea î.Hr.; gresie și cuarțit; înălțime: 27,5 cm, lățime: 14,3 cm, adâncime: 14,3 cm; din Ma'rib (Yemen); Muzeul Metropolitan de Artă (New York City)
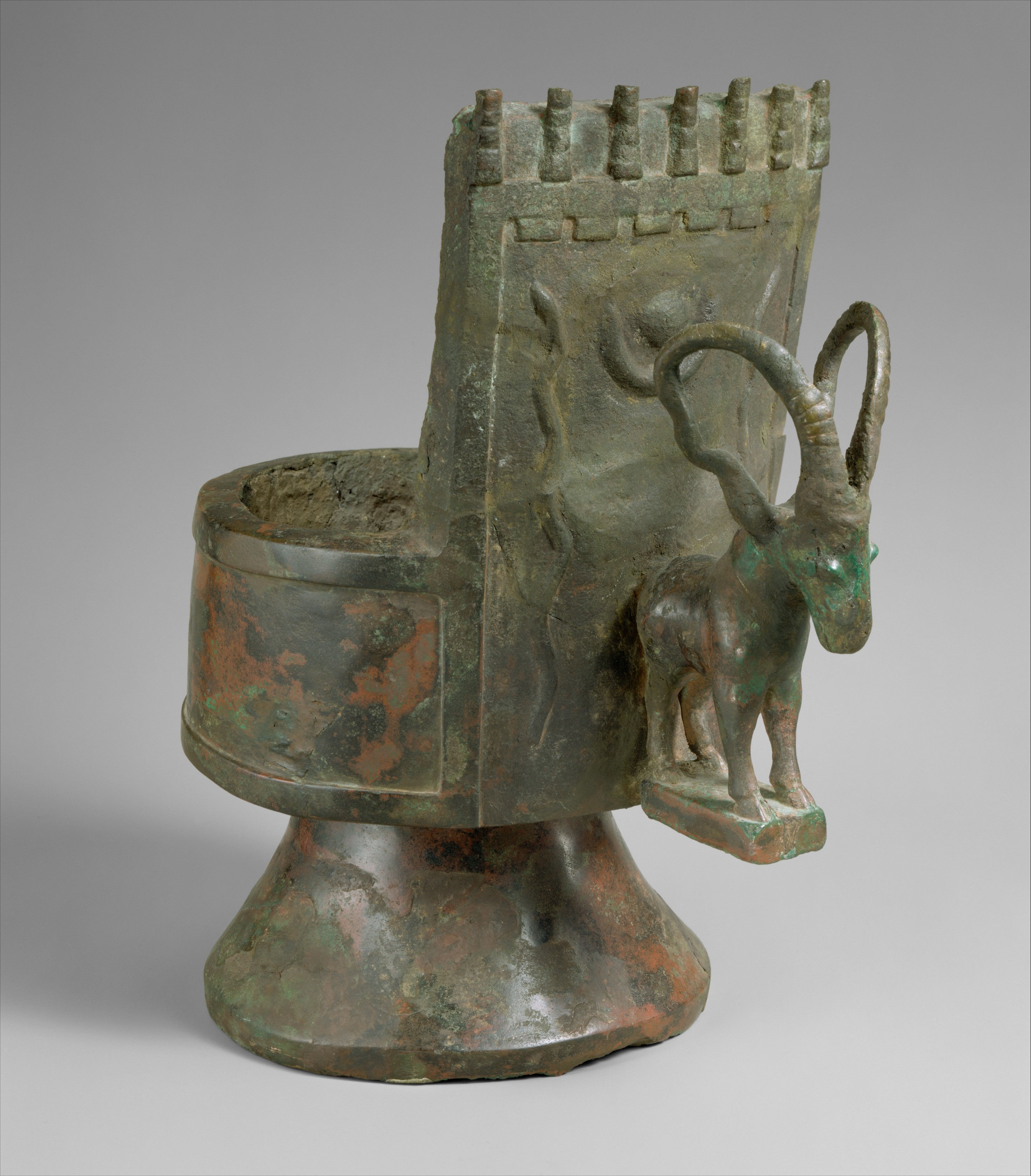
Arzător de tămâie; mijlocul mileniului I î.Hr.; bronz; înălțime: 27,6 cm, lățime: 23,7 cm; adâncime: 23,3 cm; din Arabia de Sud-Vest; Muzeul Metropolitan de Artă
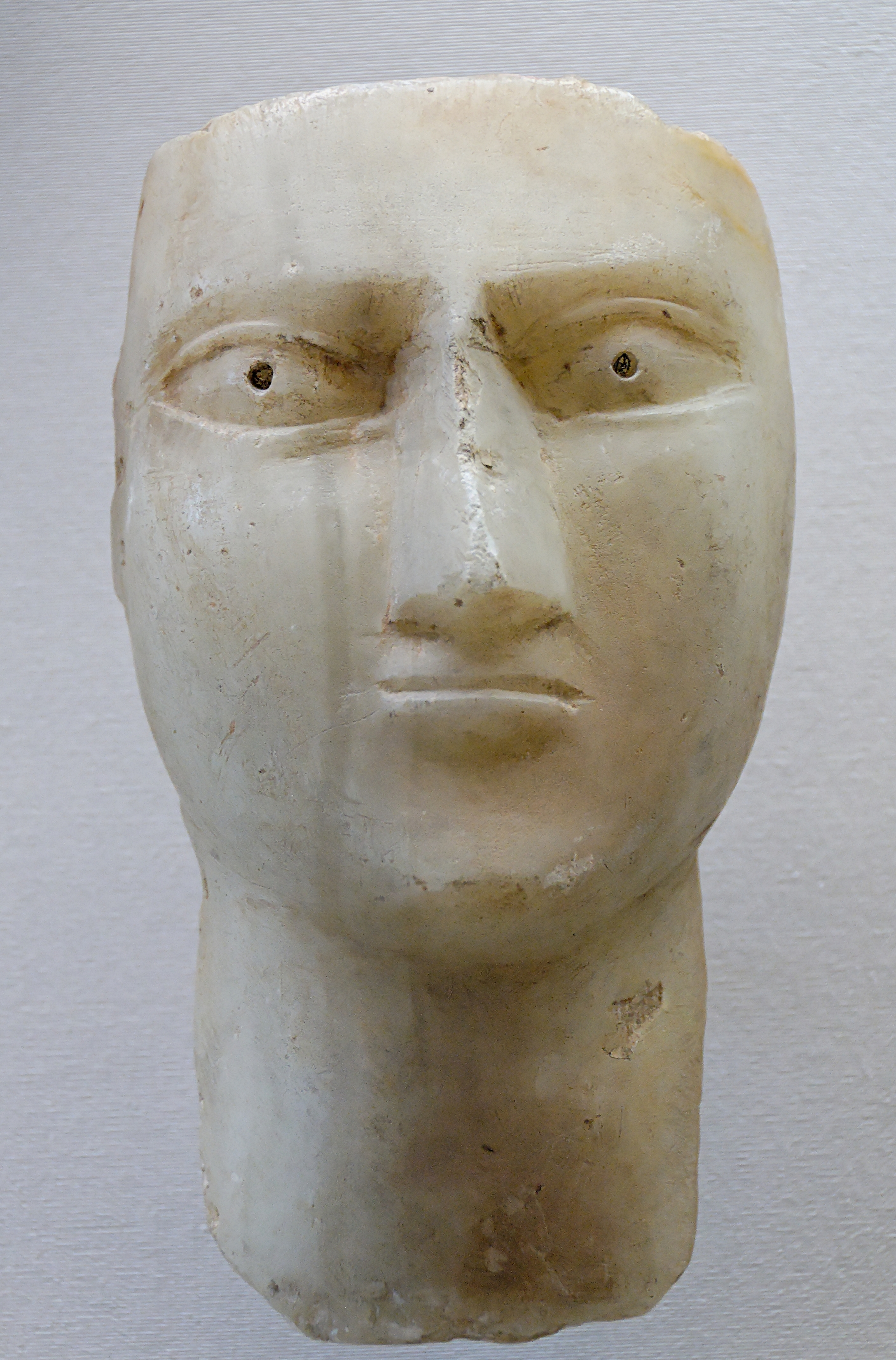
Cap sudarab; 300-1 î.Hr.; alabastru; înălțime: 20,5 cm, lungime: 11 cm, adâncime: 8,5 cm; Luvru
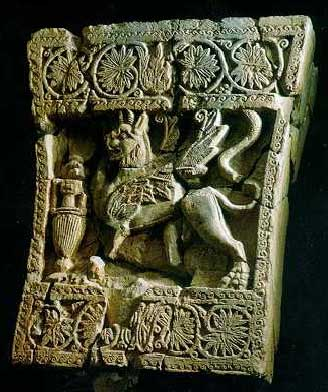
Capitelul decorat al unui pilastru al palatului regal din Shabwa; context stratigrafic: prima jumătate a secolului al III-lea î.Hr.; Muzeul Național al Yemenului (Aden)
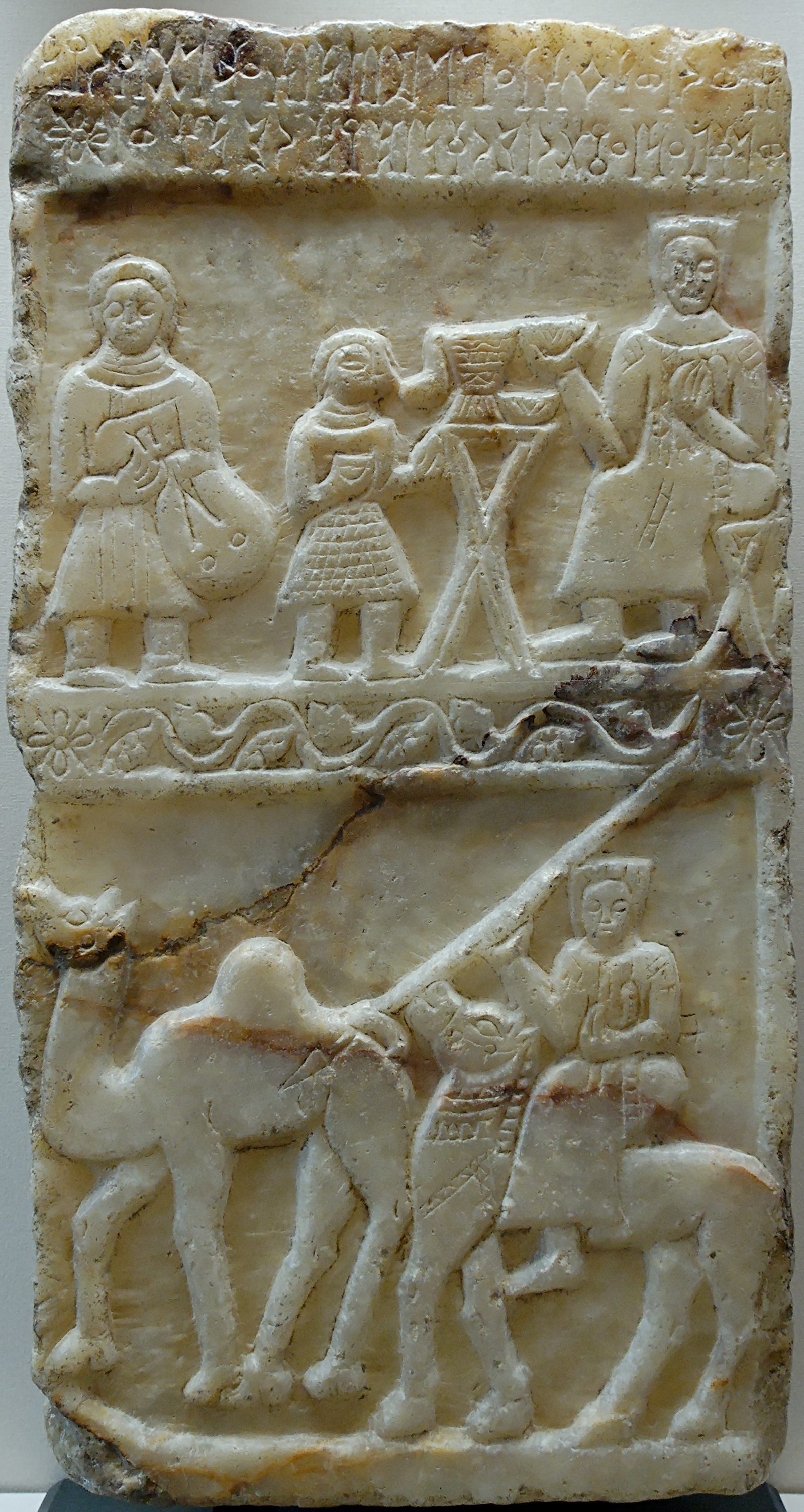
Stelă funerară; secolele I-al III-lea d.Hr.; alabastru; înălțime: 55 cm, lățime: 29 cm, adâncime: 8 cm; Luvru
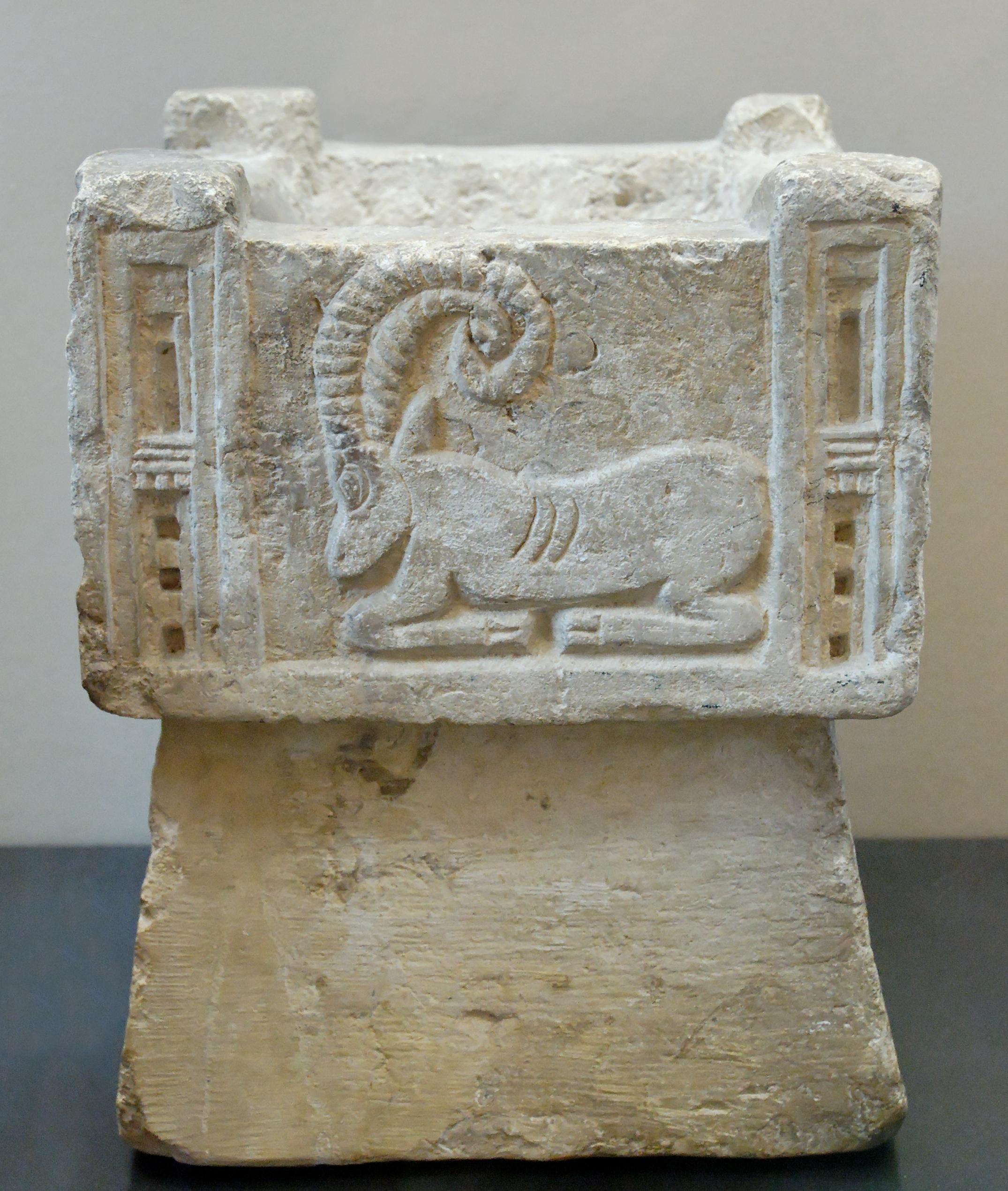
Arzător de parfum cu un ibex; secolele I-al III-lea; calcar; din Yemen; înălțime: 30 cm, lățime: 24 cm, adâncime: 24 cm; Luvru
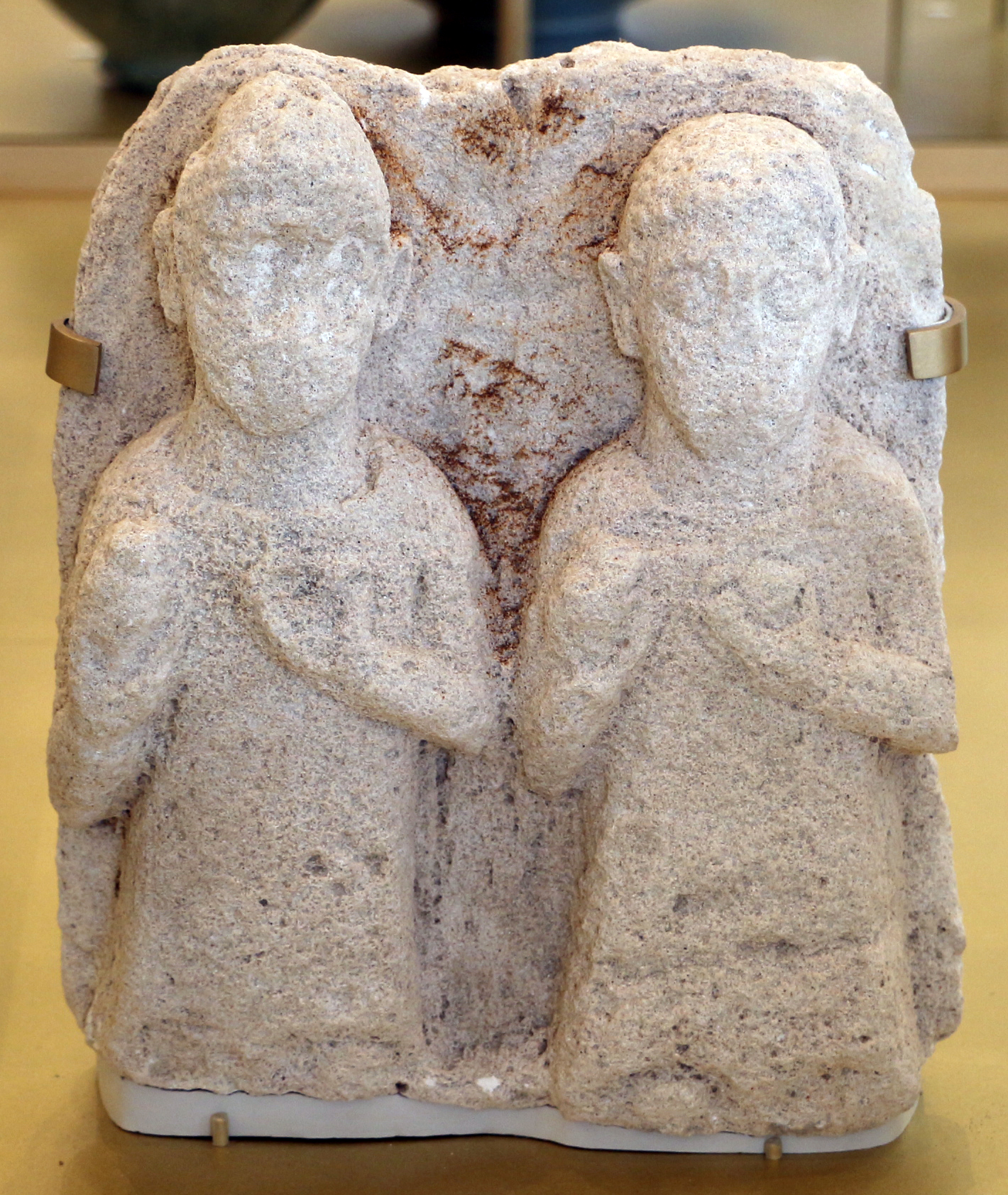
Stelă funerară figurativă din Bahrain; aproximativ secolele al II-lea-al III-lea; pavilionul Bahrainului de la Expo 2015 (Milano, Italia)

### Lumea islamică
Unele ramuri ale islamului interzic reprezentările oamenilor și ale altor ființe simțitoare, pentru că pot fi folosite greșit ca idoli. Astfel, ideile religioase sunt deseori reprezentate prin designuri geometrice, florale, sau caligrafie. Cu toate astea, există multe picturi islamice care prezintă teme religioase și scene de povești comune celor trei credințe monoteiste abrahamice ale islamului, creștinismului și iudaismului.
Influența ceramicii chineze trebuie privită în contextul mai larg al importanței considerabile a culturii chineze asupra artei islamice în general. Ceramica de İznik (numită după İznik, oraș din Turcia) este unul dintre cele mai cunoscute tipuri de ceramică islamică. Faimoasa combinație de albastru și alb este un rezultat al acelei curți otomane din Istanbul, care aprecia foarte mult porțelanul albastru-alb chinezesc.

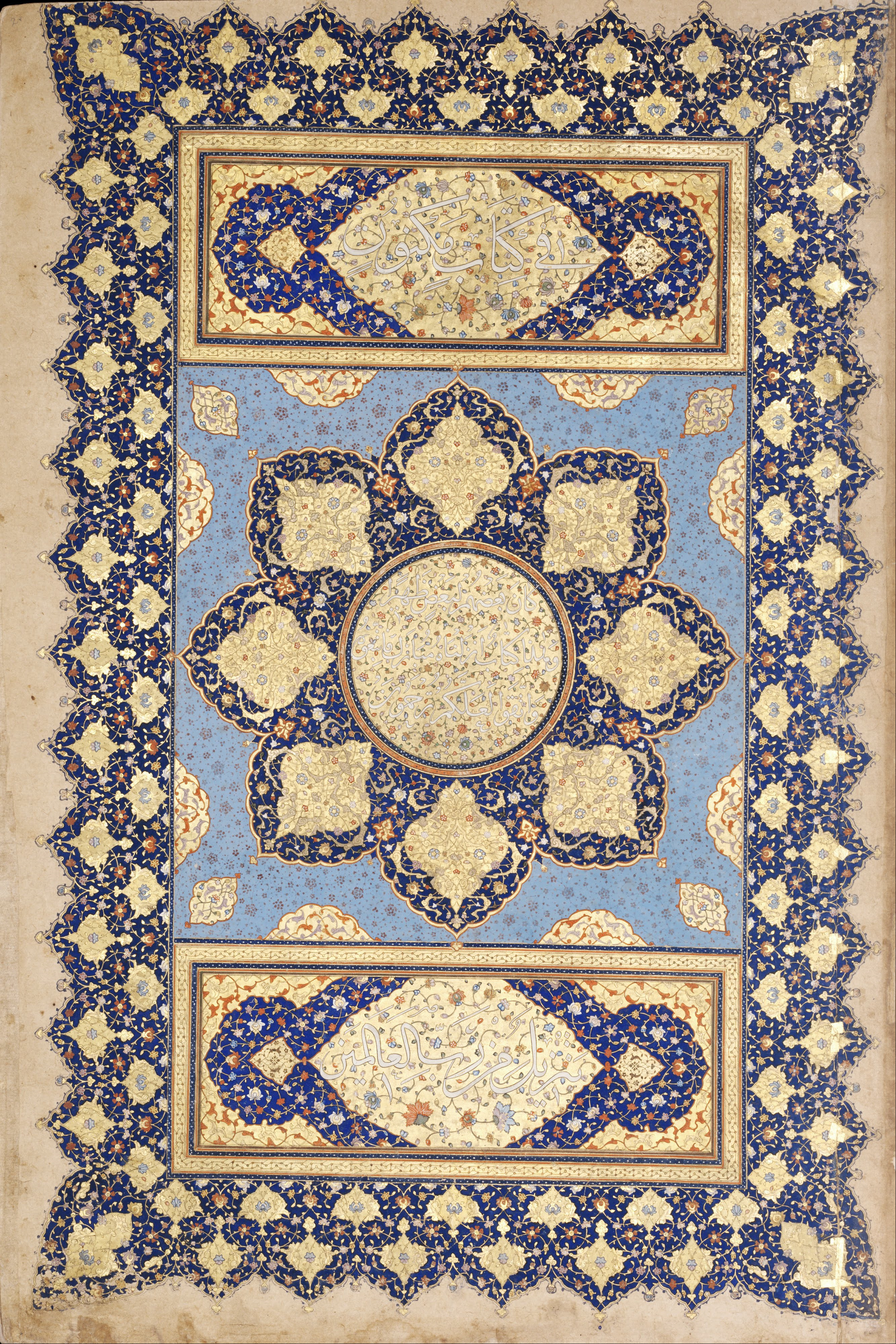
Pagină de manuscris; 950–1000; hârtie, cerneală, aur, acuarele și piele; înălțime: 55 cm, lățime: 38 cm; Colecția Al-Sabah (Kuweit)
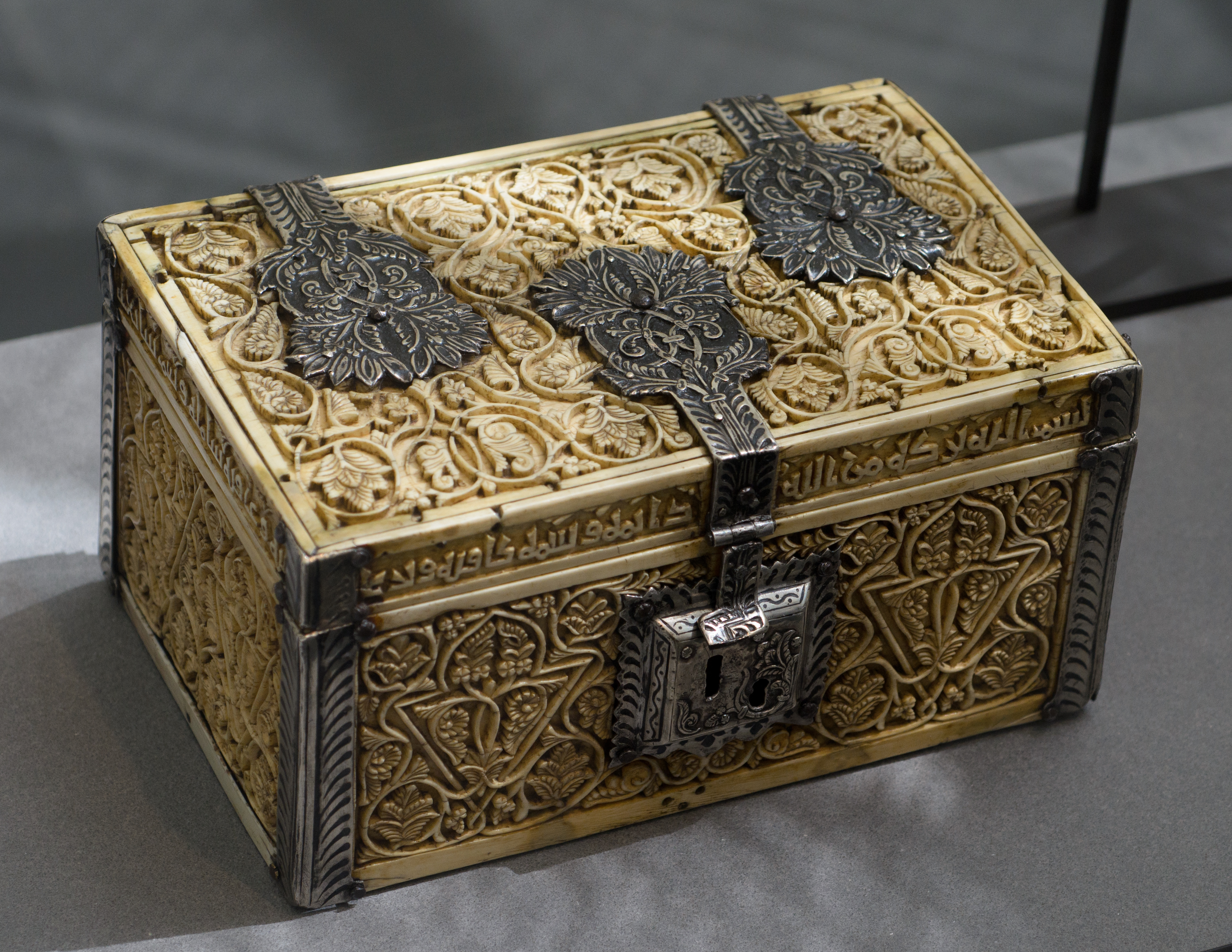
Cutie cu inscripție kufică pe capac; 966; sculptate fildeș și argint gravat; Luvru
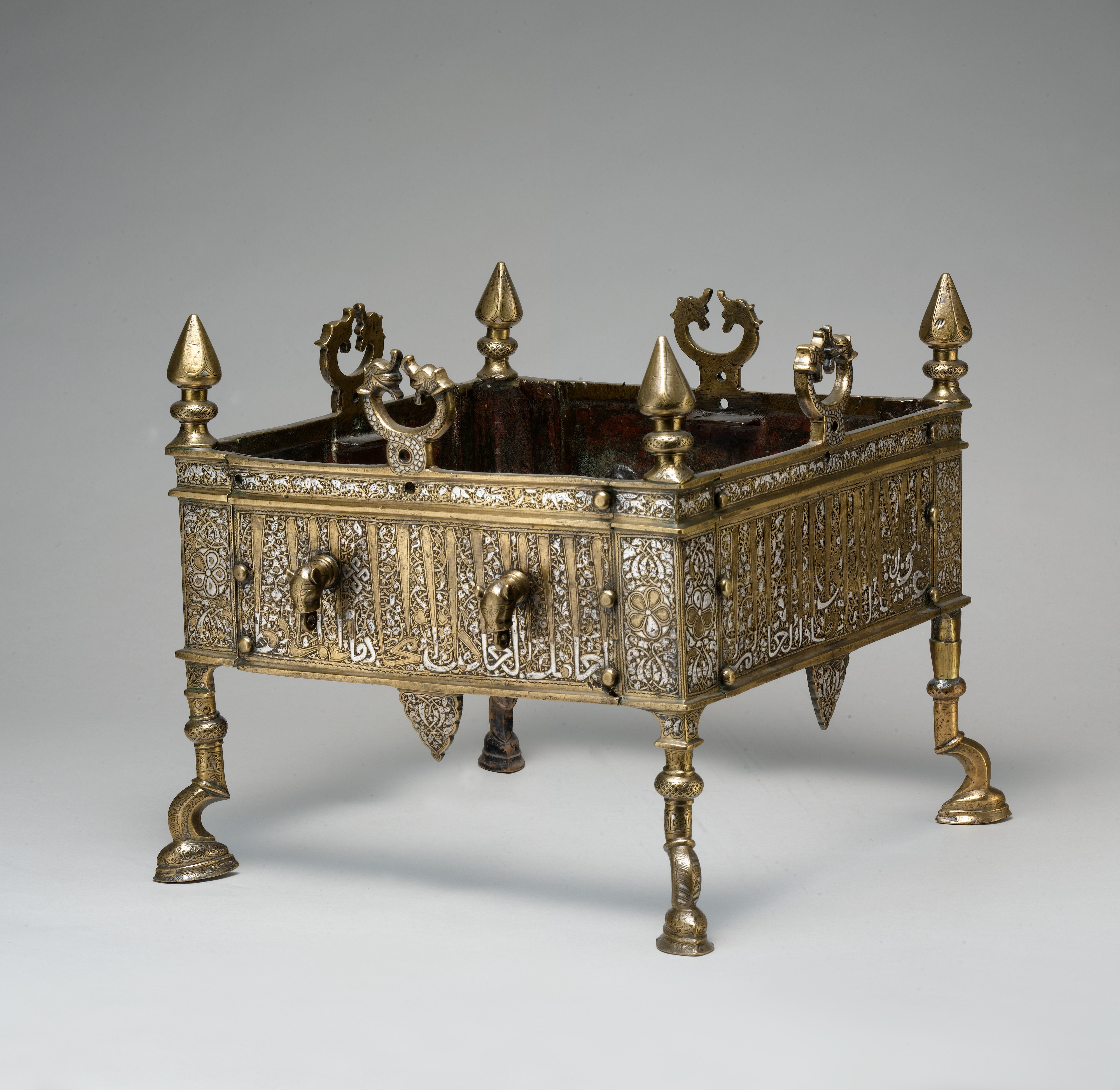
Vas pentru jeratic; a doua jumătate a secolului al XIII-lea; alamă, argint și alte materiale; înălțime: 35,2 cm, lățime: 39,4 cm; Muzeul Metropolitan de Artă (New York City)
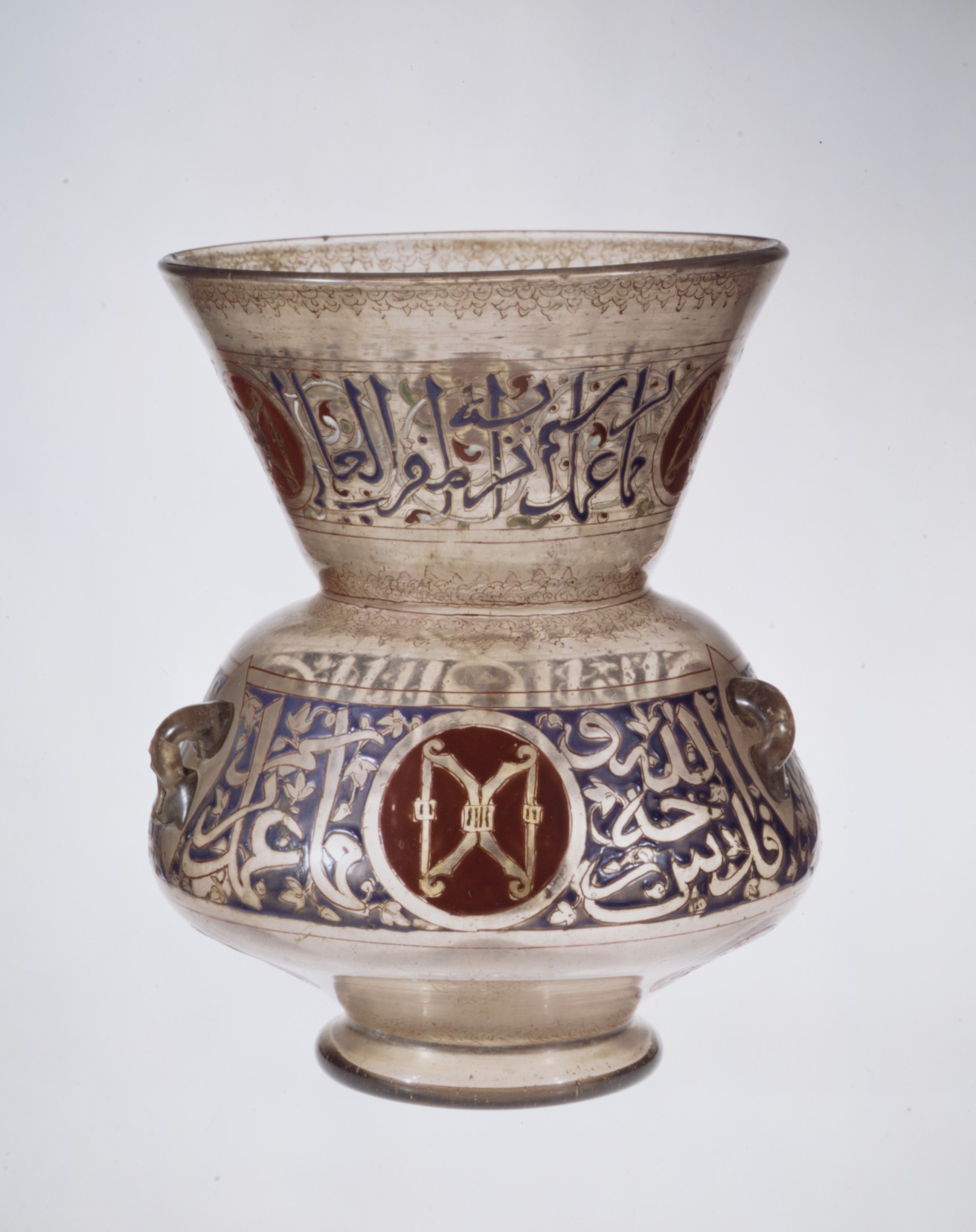
Lampă de moschee; puțin după 1285; sticlă emailată și aurită; înălțime: 26,4 cm; Muzeul Metropolitan de Artă
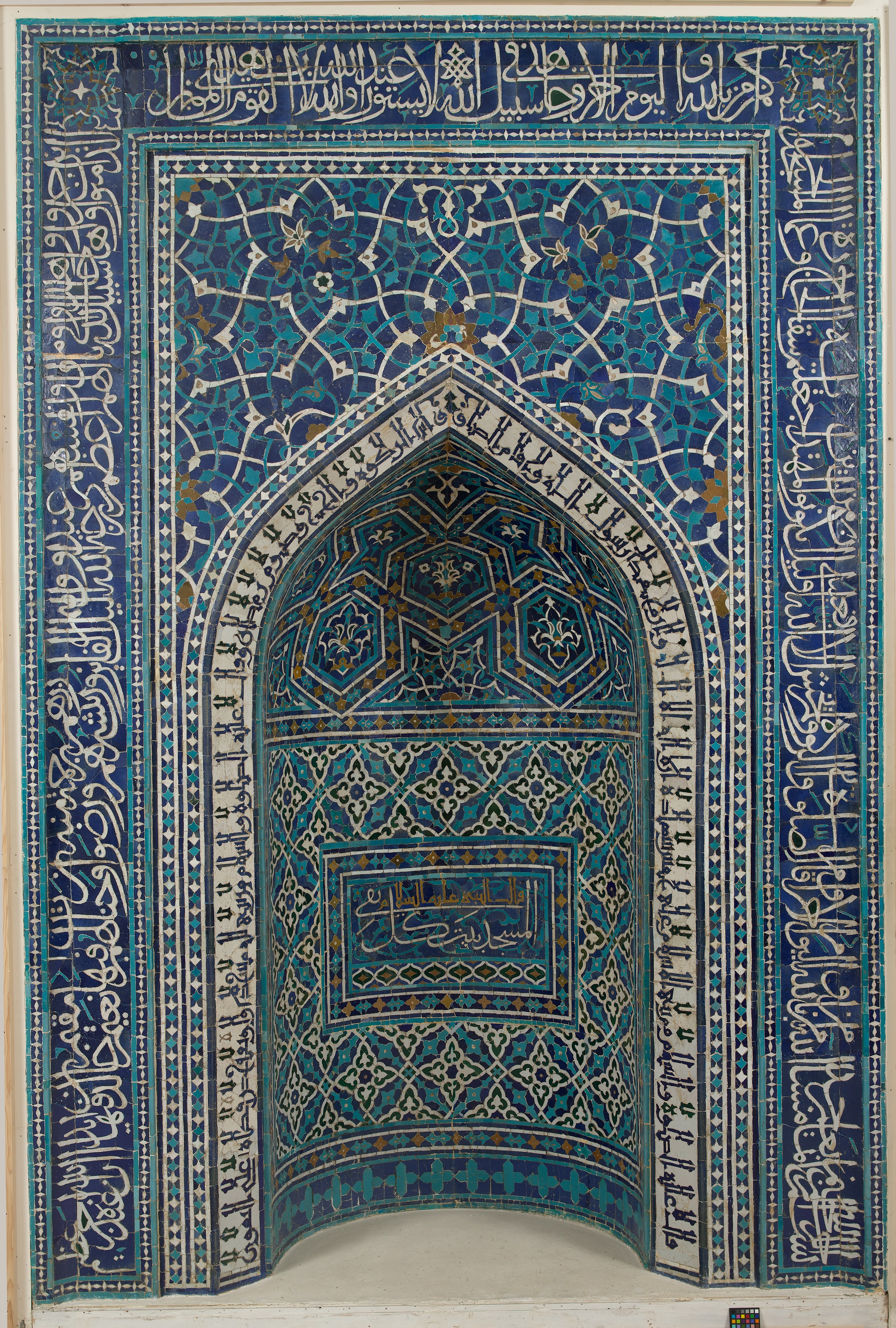
Mihrab (rezervată pentru imam la rugăciune); 1354–1355; mozaic de plăcuțe de ceramică glazurate policrom, lipit cu mortar; 343,1 x 288,7 cm, greutate: 2041,2 kg; din Isfahan (Iran); Muzeul Metropolitan de Artă
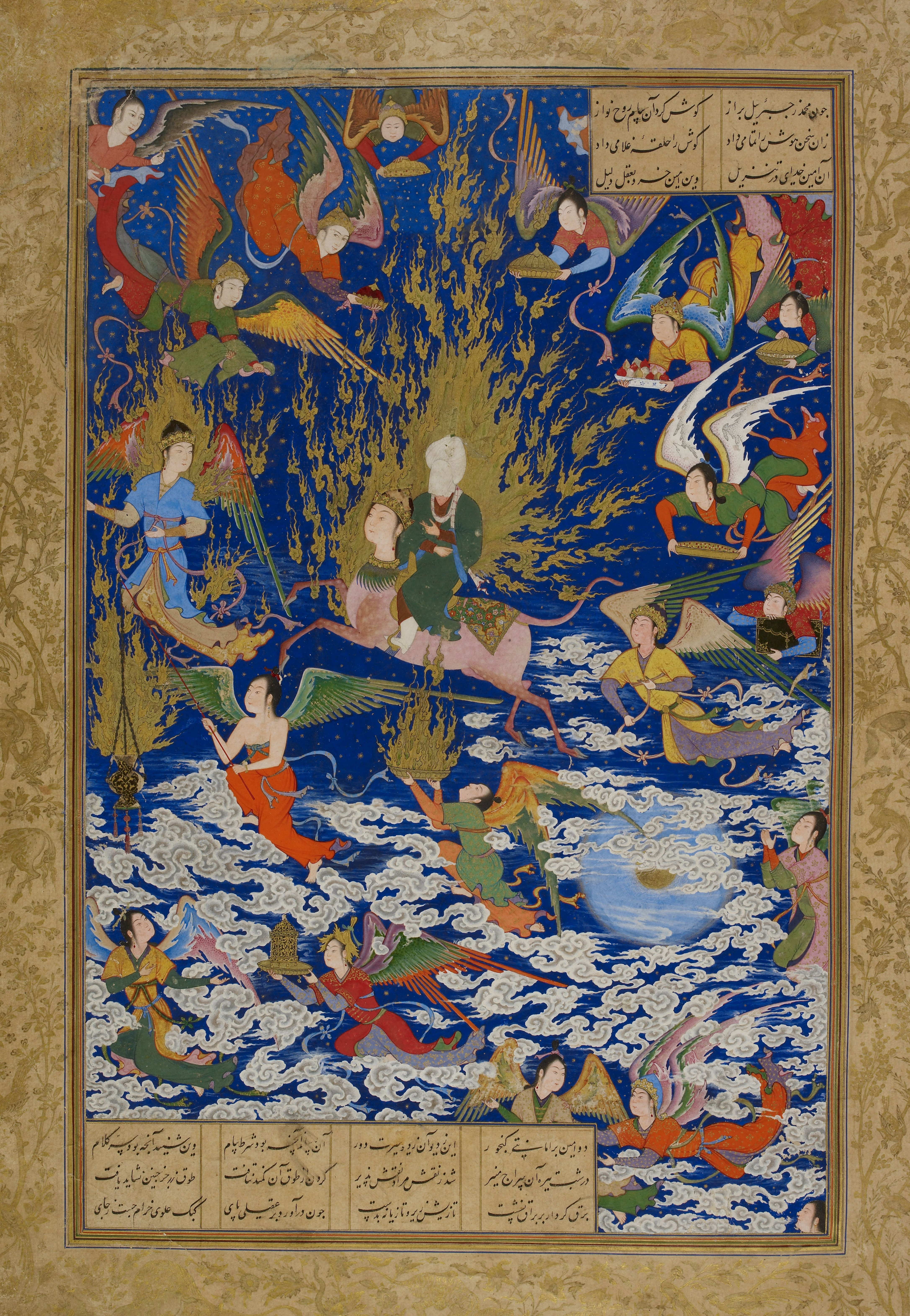
Miniatură persană în care e reprezentat Mi'raj-ul profetului, prezentând nori și îngeri de influență chineză; de Sultan Mohammed; 1539–1543; guașă și cerneală pe hârtie; înălțime: 28,7 cm; Biblioteca Britanică (Londra)
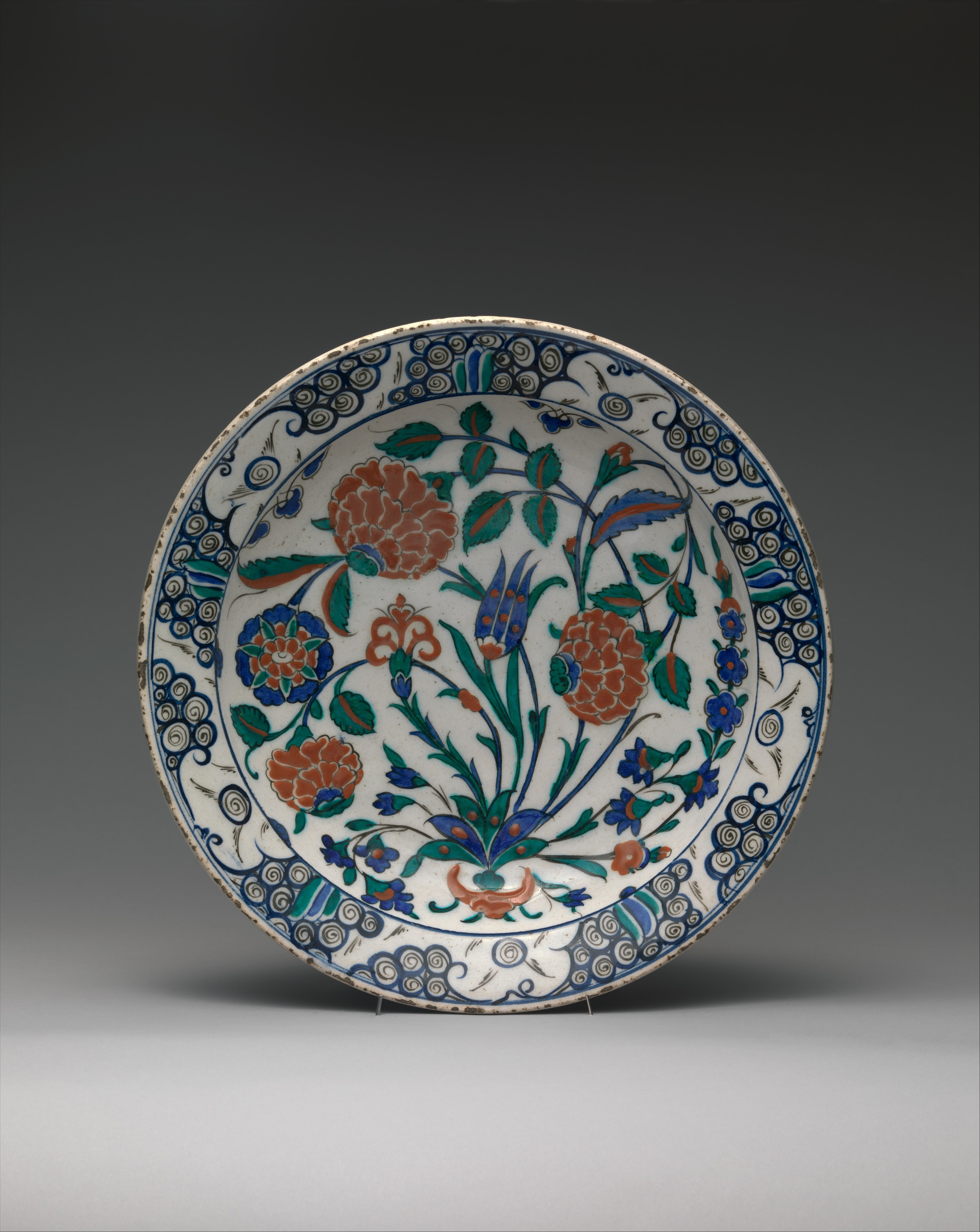
Farfurie de İznik; secolul al XVI-lea; ceramică pictată policrom sub glazură transparentă; înălțime: 6 cm, diametru: 27,9 cm; Muzeul Metropolitan de Artă
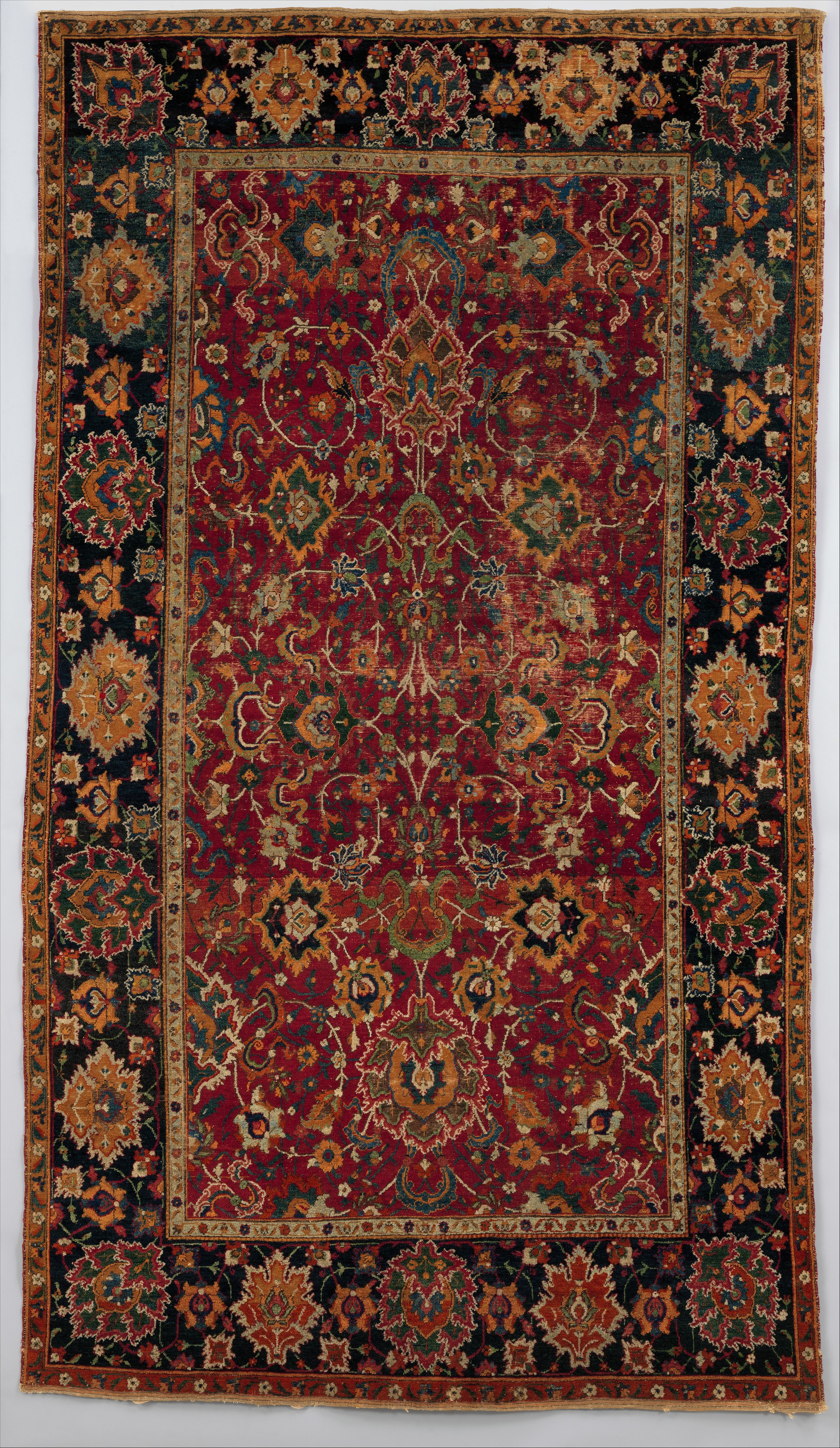
Covor; secolul al XVII-lea; bumbac (urzeală și bătătură) și lână; lungime: 247,65 cm, lățime: 142,87 cm; Muzeul Metropolitan de Artă

## Eschimoșii siberieni

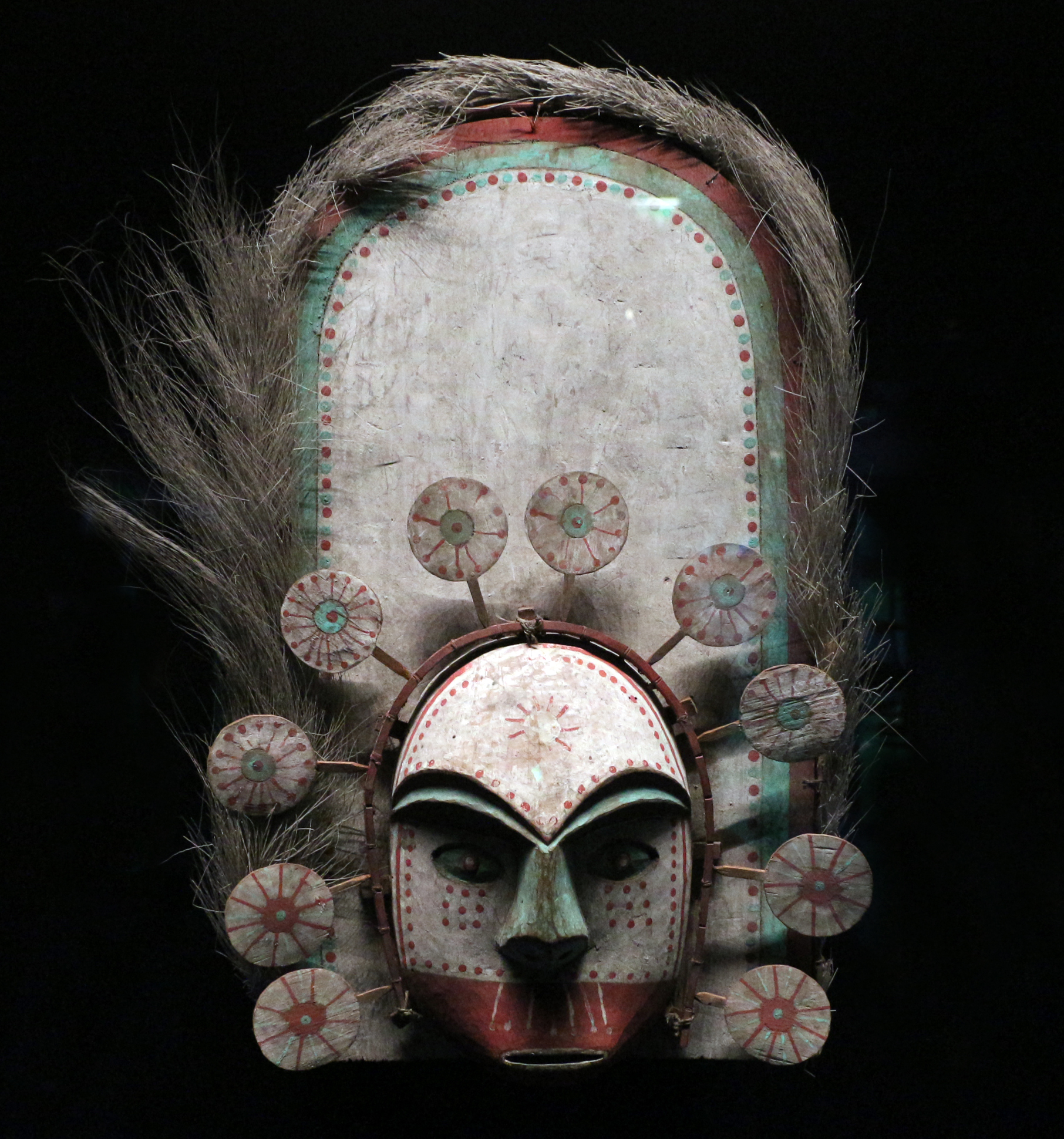
Mască yupik; secolul al XIX-lea; din Alaska; Musée du Quai Branly (Paris)

Arta popoarelor eschimose din Siberia este în același stil cu arta inuită din Alaska și nordul Canadei. Lucrul ăsta se datorează faptului că americanii autohtoni au călătorit prin Siberia în Alaska, iar mai târziu în restul Americii.
În Orientul Îndepărtat Rus, populația Siberiei este peste 40 de milioane de oameni. Ca urmare a cuceririi rusești a Siberiei din secolele al XVII-lea și al XIX-lea și a mișcărilor ulterioare ale populației din timpul perioadei sovietice, demografia Siberiei astăzi este dominată de vorbitori nativi de rusă. Rămân un număr considerabil de grupuri indigene, între ele reprezentând sub 10% din populația siberiană totală, care sunt, de asemenea, înrudite genetic cu amerindienii.

## Americile

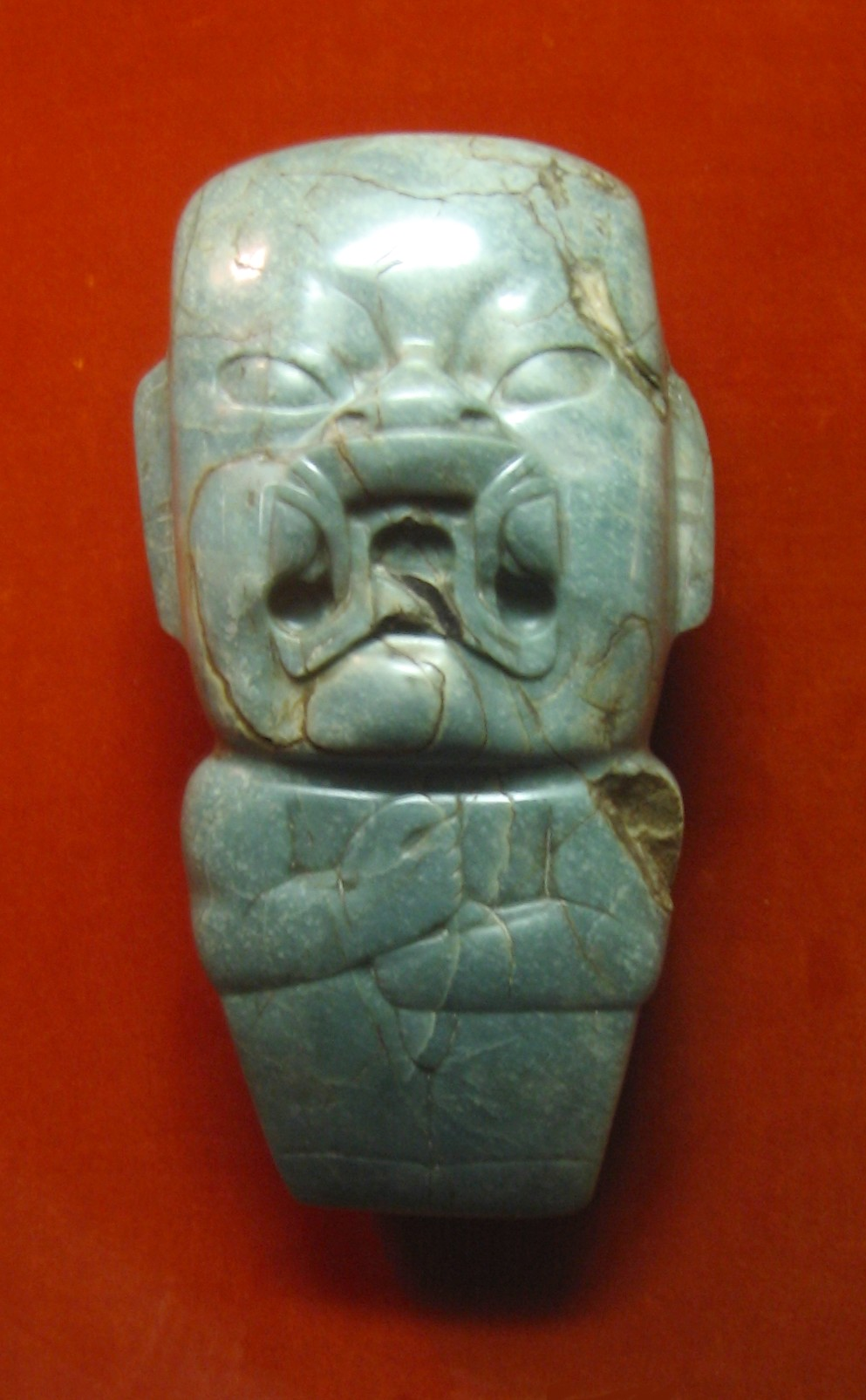
Secure Kunz; 1000–400 î.Hr.; jadeit; înălțime: 31 cm, lățime: 16 cm, 11 cm; Muzeul American de Istorie Naturală (Washington, DC)

Istoria artei în America începe în timpurile precolumbiene cu culturile indigene. Istoricii în artă s-au concentrat îndeaproape pe Mesoamerica în epoca asta timpurie, deoarece au apărut o serie de culturi stratificate care au ridicat arhitectură măreață și au produs obiecte de manoperă fine, comparabile cu arta din Europa de Vest.

### Perioada preclasică
Tradiția creării artei a mesoamericanilor începe cu olmecii în jurul anului 1400 î.Hr., în perioada preclasică. Ei sunt cunoscuți pentru realizarea unor capete colosale, dar și pentru sculpturi de jad, arhitectură monumentală ridicată, sculpturi la scară mică și podele de mozaic. Două dintre cele mai bine studiate situri artistice sunt San Lorenzo Tenochtitlán și La Venta. După declinul olmecilor, civilizația mayașă a devenit proeminentă în regiune. Uneori e descrisă o perioadă de tranziție epiolmecă, care e un hibrid dintre cea olmecă și cea mayașă. Un sit epiolmec deosebit de bine studiat este La Mojarra, care include sculpturi hieroglifice care au fost parțial descifrate.

### Perioada clasică

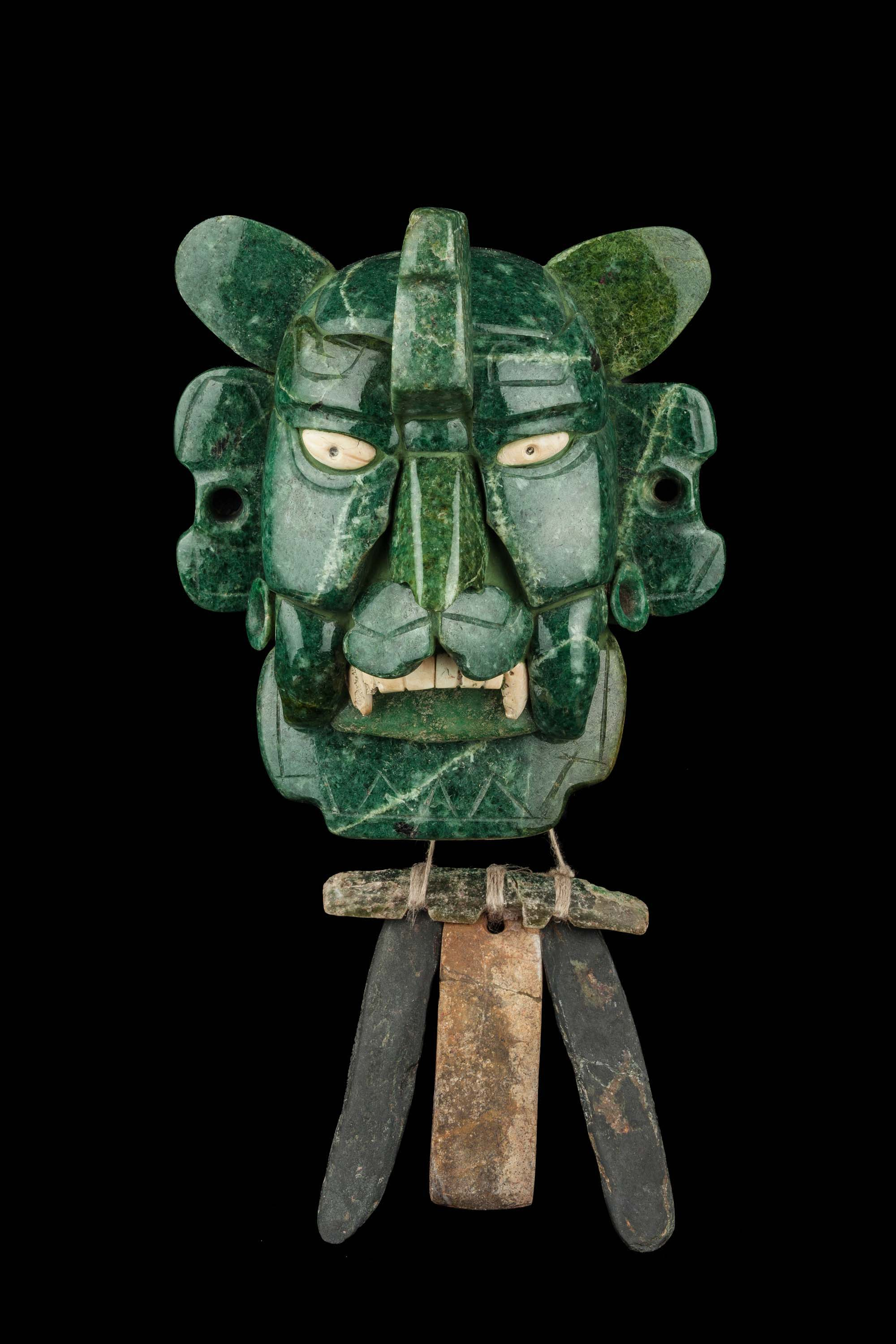
Figură zapotecă de liliac; circa 50 î.Hr.; jadeit și scoici; înălțime: 28 cm; Muzeul Național de Antropologie al Mexicului (Ciudad de México)

Până la sfârșitul perioadei preclasice, începând cu 400 î.Hr., cultura olmecă ajuns la declin. De-a lungul a mare parte a perioadei clasice în Mexicul Central, orașul Teotihuacán a prosperat, la fel ca Xochicalco și El Tajín. Siturile astea se mândreau cu sculptura și arhitectura lor mărețe. Alte popoare din Mexicul Central includ mixtecii, zapotecii și oamenii din Valea Oaxaca. Arta mayașă a fost la înălțimea sa în perioada „clasică” - un nume care o oglindește pe cea a antichității clasice europene - și care a început în jurul anului 200 d.Hr.. Principalele situri mayașe din era asta includ Copan, unde au fost sculptate numeroase stele, și Quiriguá, unde se află cele mai mari stele din Mesoamerica, împreună cu altare zoomorfe. Un sistem de scriere complex s-a dezvoltat, iar manuscrise anluminate. Multe situri „s-au prăbușit” în jurul anului 1000 d.Hr..

### Perioada postclasică
Pe vremea cuceririi spaniole a Yucatánului în secolele XVI și XVII, mayașii erau încă puternici, dar multe comunități plăteau tribut societății aztece. Cea din urmă cultură a înflorit și a inclus arte ca sculptura, pictura și mozaicurile cu pene. Poate cea mai cunoscută operă a artei aztece e Piatra calendarului aztec, care a devenit un simbol național al Mexicului. În timpul cuceririi spaniole a Imperiului Aztec, multe dintre obiectele astea artistice au fost trimise în Europa, unde au fost așezate în cabinete de curiozități, apoi redistribuite la muzeele de artă occidentale. Imperiul aztec avea capitala Tenochtitlan, care a fost distrus în mare parte în perioada colonială. Ce a mai rămas a fost îngropat sub Ciudad de México. Câteva clădiri, cum ar fi fundația Templo Mayor-ului au fost dezgropate de atunci de arheologi, dar sunt într-o stare proastă.

### Arta în Americi
Arta din Americi de la cucerire e caracterizată de un amestec de tradiții indigene și străine, inclusiv cele ale coloniștilor europeni, africani și asiatici. Numeroase tradiții indigene au prosperat după cucerire. De exemplu, indienii din Marile Câmpii au creat împletituri cu mărgele, desene narative pe hârtie sau textile, și tipiurile în epoca de prerezervare, iar ulterior au fost asimilate în lumea artei moderne și contemporane prin instituții ca Școala Indiană din Santa Fe care i-a încurajat pe elevi să dezvolte un stil unic american nativ. Multe picturi din acea școală, numită acum Studio Style, au fost expuse la Muzeul de Artă Philbrook din 1946 până în 1979.

### Aztecii

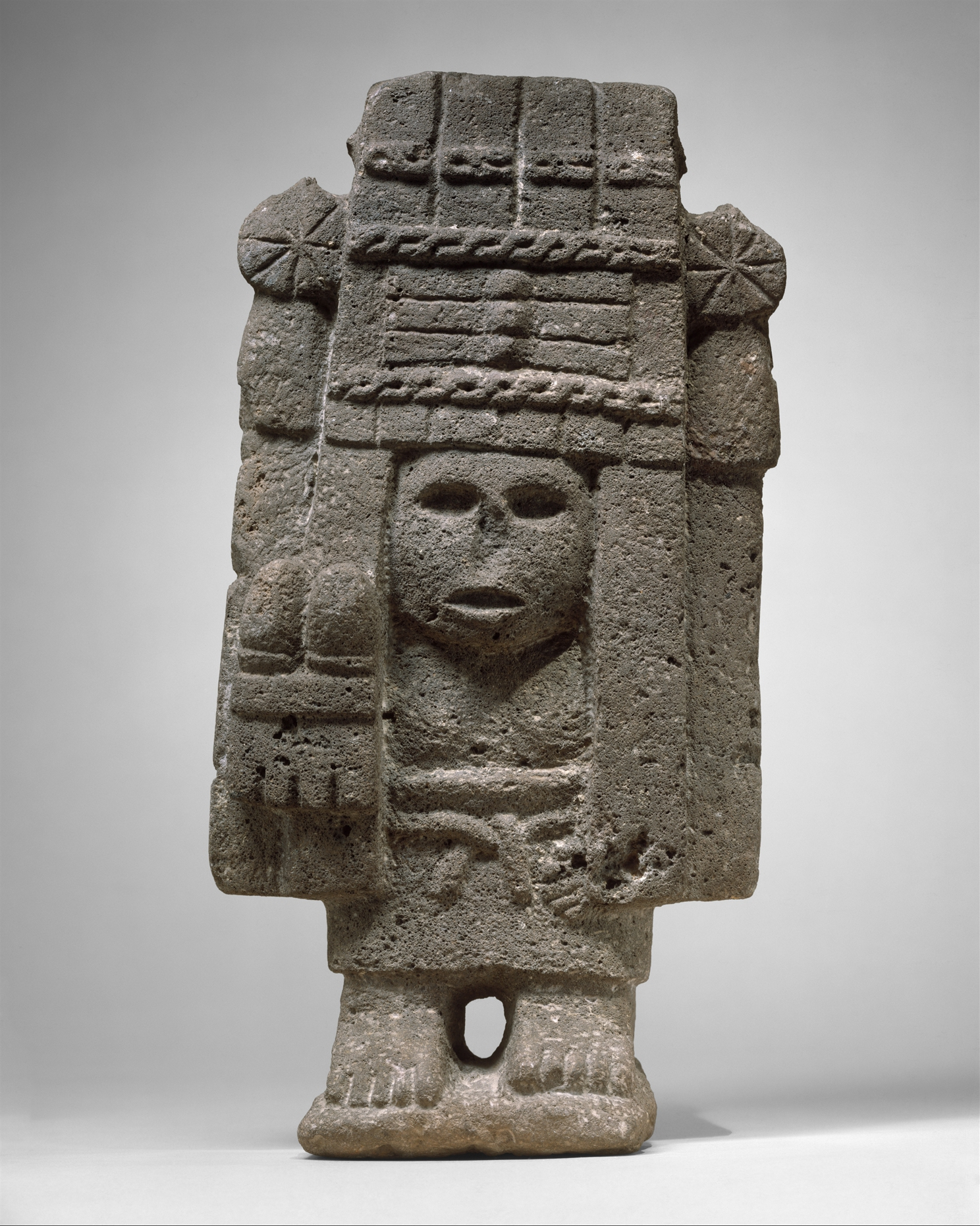
Zeița porumbului (Chicomecōātl); secolele al XV-lea-al al 16-lea timpuriu; bazalt; per ansamblu: 35,56 x 18,11 x 8,89 cm; Muzeul Metropolitan de Artă (New York City)

Provenind de la începuturile cele mai umile ca grup nomad de rătăcitori „necivilizați”, aztecii au creat cel mai mare imperiu din istoria mesoamericană, care a durat între 1427/1428 și 1521. Tributul statelor cucerite a furnizat resursele economice și artistice pentru a-și transforma capitalul Tenochtitlan (Ciudad de México-ul străvechi) într-una dintre minunile lumii. Artiști din întreaga Mesoamerică au creat opere de artă uimitoare pentru noii lor stăpâni, realizând podoabe delicate de aur și sculpturi formidabile ale zeilor înverșunați.
Aztecii au intrat în Valea Mexicului (zona modernă a Ciudad de México-ului) în 1325 și într-un secol au preluat controlul regiunii luxuriante pline de orașe-stat puternice. Puterea lor s-a bazat pe credința neîntreruptă în viziunea zeității lor Huitzilopochtli, un zeu al războiului și în propria lor pricepere militară.
Milozitatea statului aztec s-a reflectat în comportamentul nobilimii și războinicilor care se distinseseră în luptă.  Îmbrăcămintea lor fin țesută și bogat împodobită a fost accentuată de pene de păsări tropicale iridescente și bijuterii ornamentate din aur, argint, pietre semiprețioase și scoici rare.
Arta aztecă poate să fie directă și dramatică sau subtilă și delicată, în funcție de funcția operei. Cele mai fine piese, de la sculpturi monumentale la măști și bijuterii din aur, prezintă o măiestrie excepțională și un rafinament estetic. Aceeași sofisticare caracterizează poezia aztecă, care era renumită pentru frumusețea lirică și profunzimea spirituală.  Sărbătorile aztece nu erau fost complete fără un schimb competițional de artă verbală între oaspeții nobili îmbrăcați.

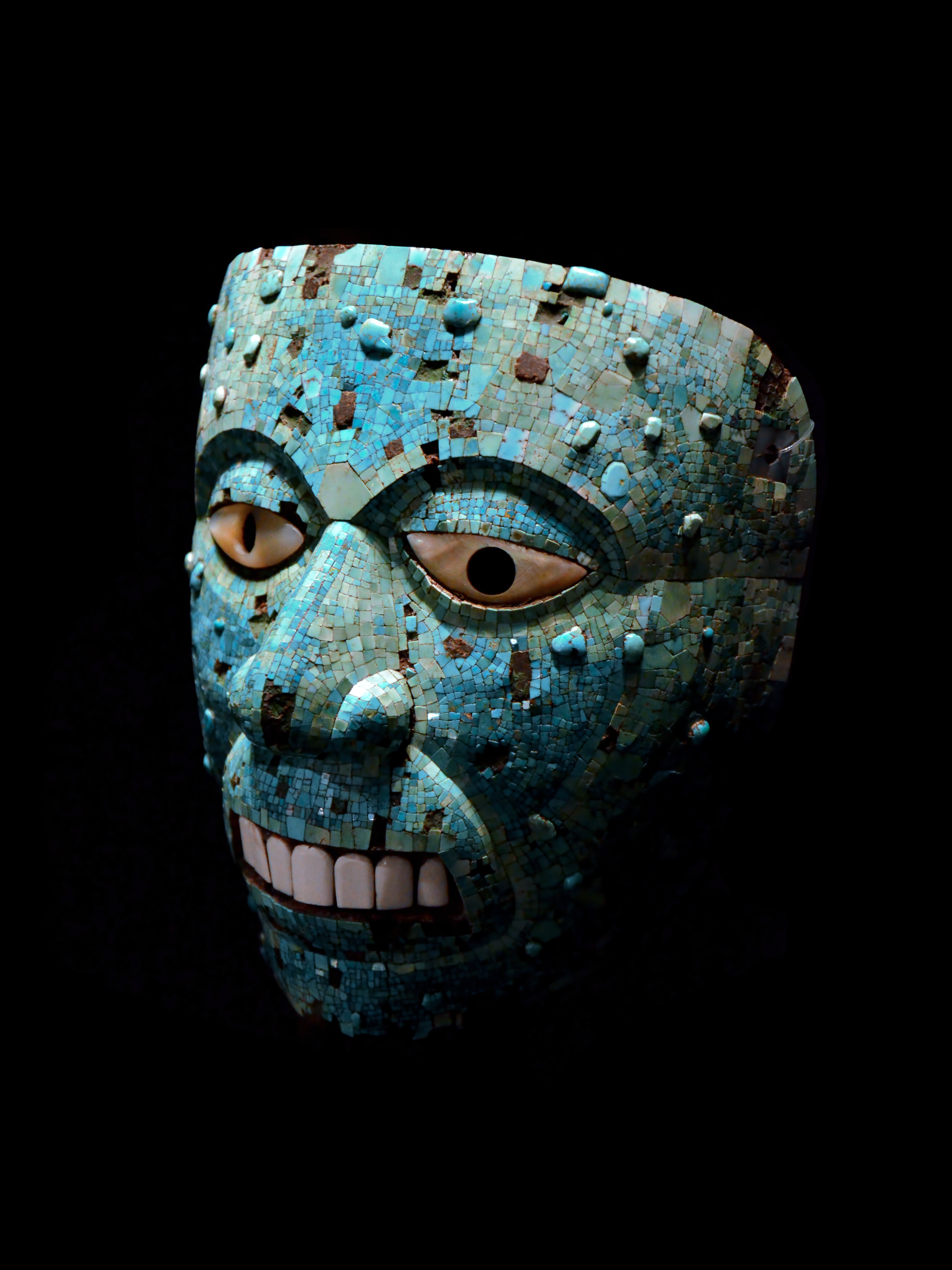
Masca lui Xiuhtecuhtli; 1400–1521; lemn de cedrela, turcoaz, rășină de pin, sidef; scoici, cinabru; înălțime: 16,8 cm, lățime: 15,2 cm; British Museum (Londra)
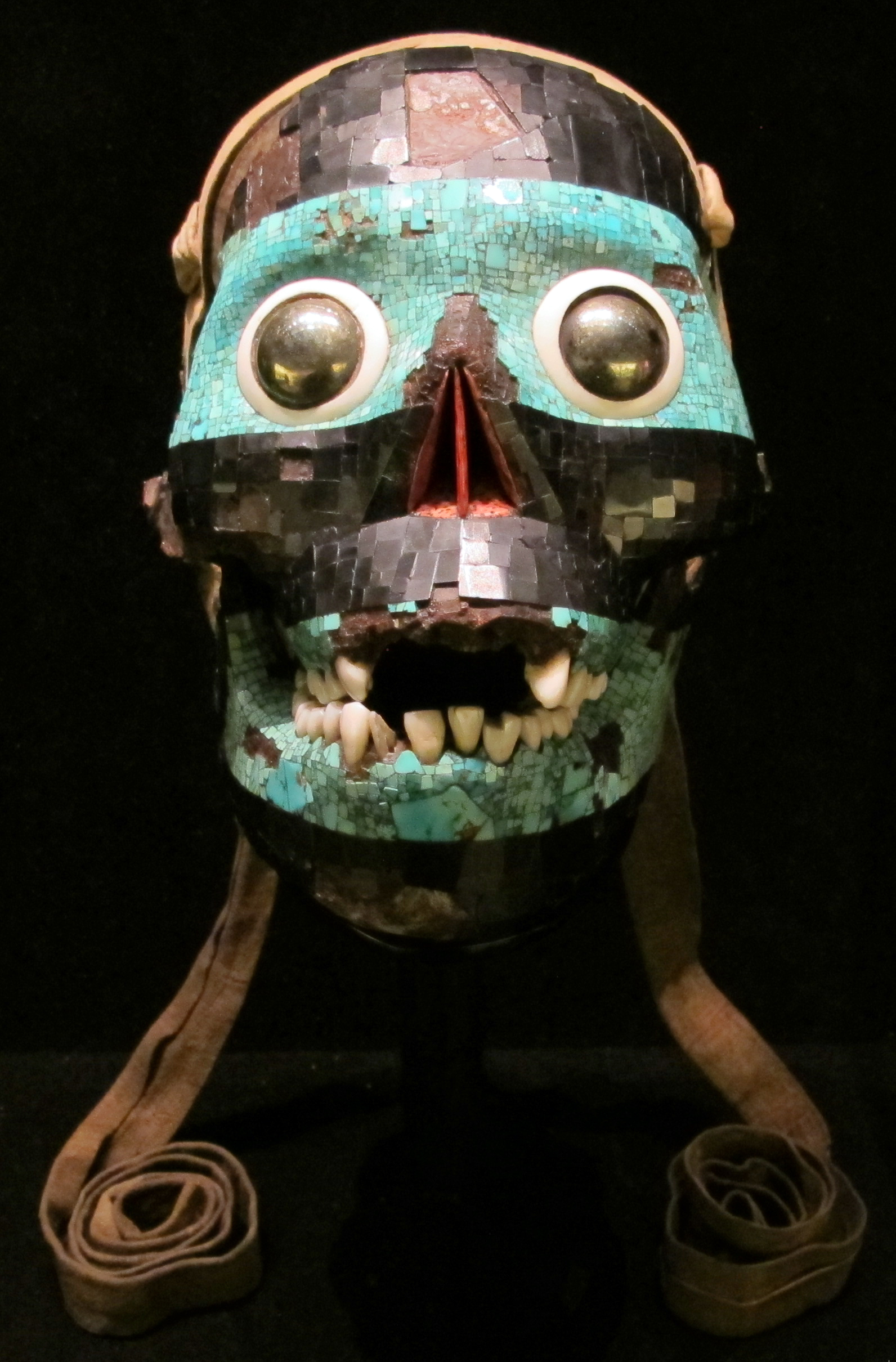
Masca lui Tezcatlipoca; 1400–1521; turcoaz; pirită, pin, lignit, os uman, piele de cerb, scoici și agave; înălțime: 19 cm, lățime: 13,9 cm, lungime: 12,2 cm; British Museum
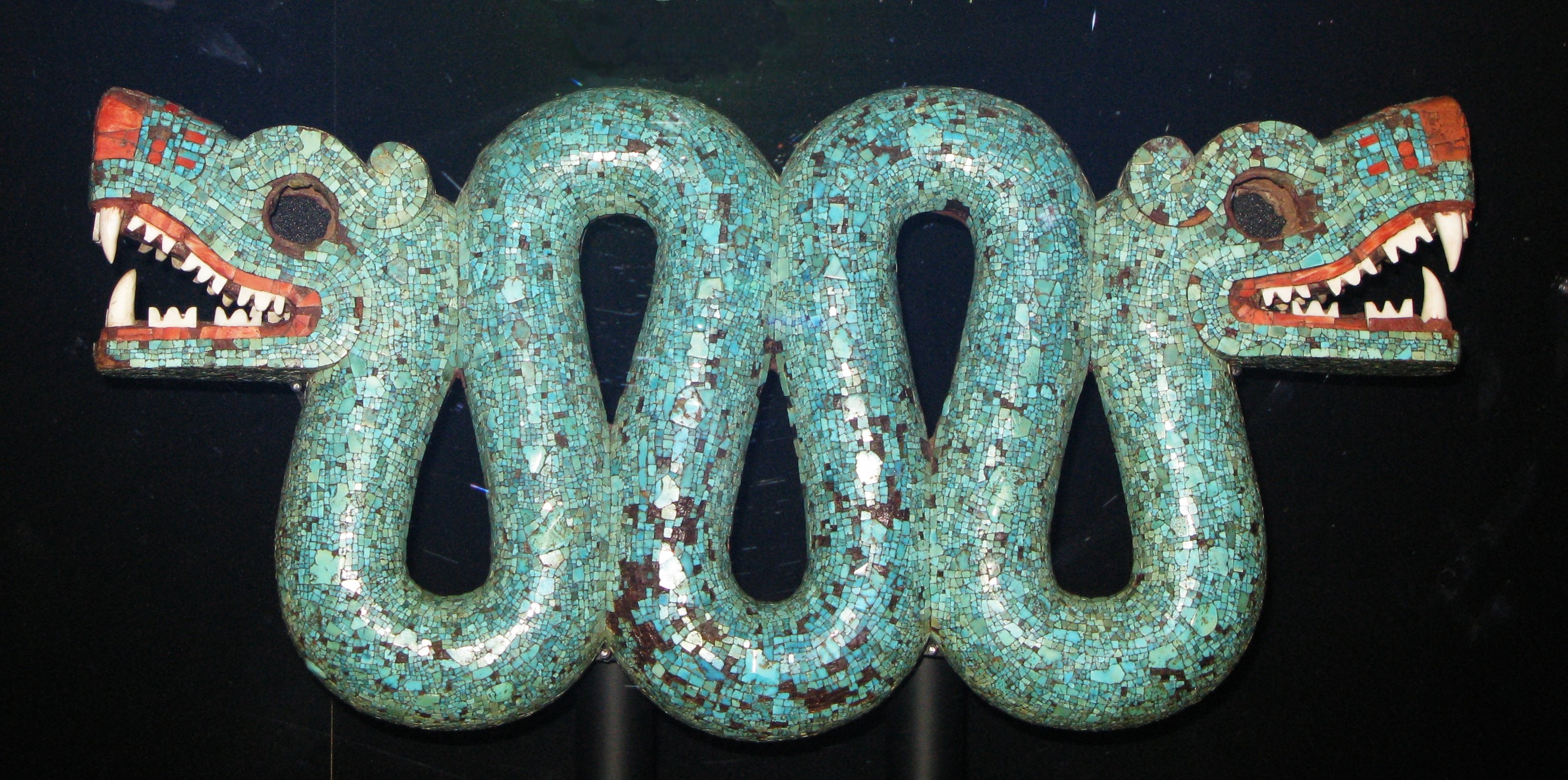
Șarpele cu două capete; 1450–1521; lemn de cedro (Cedrela odorata), turcoaz, scoici, urme de aurire și două rășini folosite ca adeziv (rășină de pin și de Bursera); înălțime: 20,3 cm, lățime: 43,3 cm, adâncime: 5,9 cm; British Museum
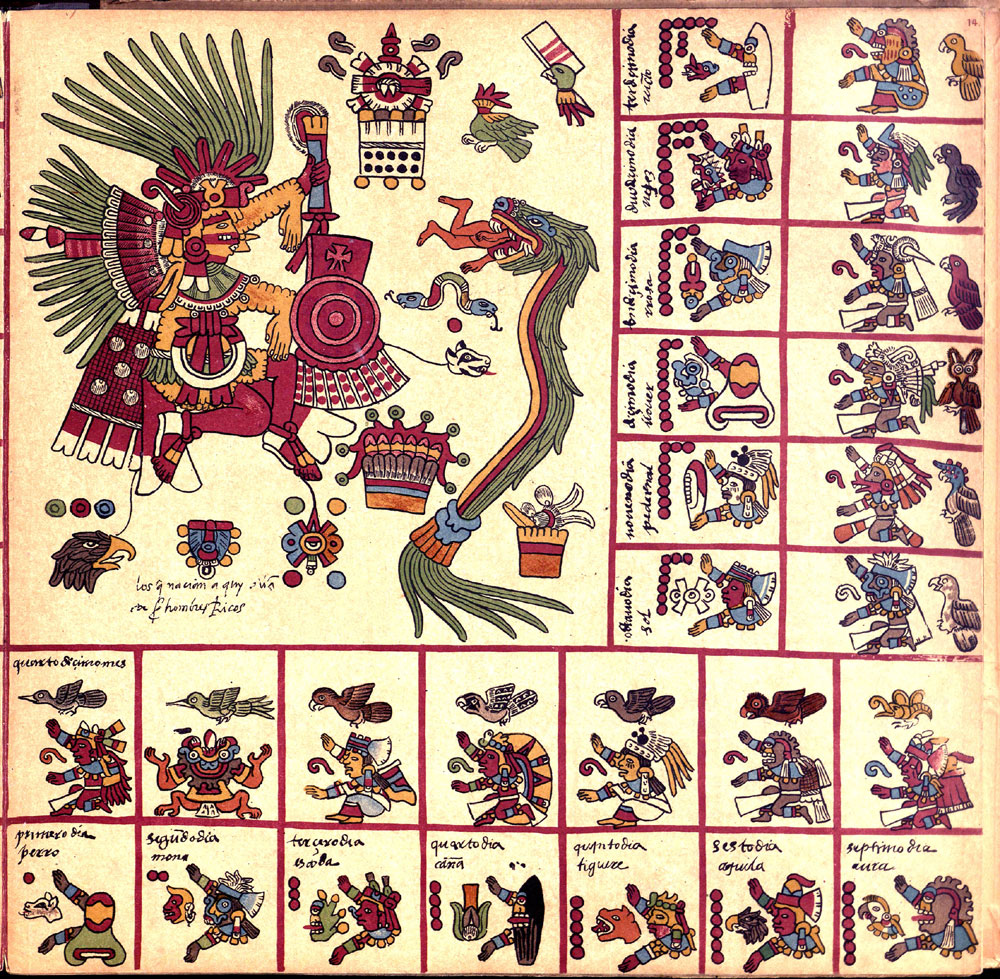
Pagina 12 din Codexul Borbonicus, (în pătratul mare): Tezcatlipoca (noaptea și soarta) și Quetzalcoatl (șarpele cu pene); înainte de 1500; hârtie; înălțime: 38 cm, lungimea manuscrisului între: 142 cm; Bibliothèque de l'Assemblée nationale (Paris)
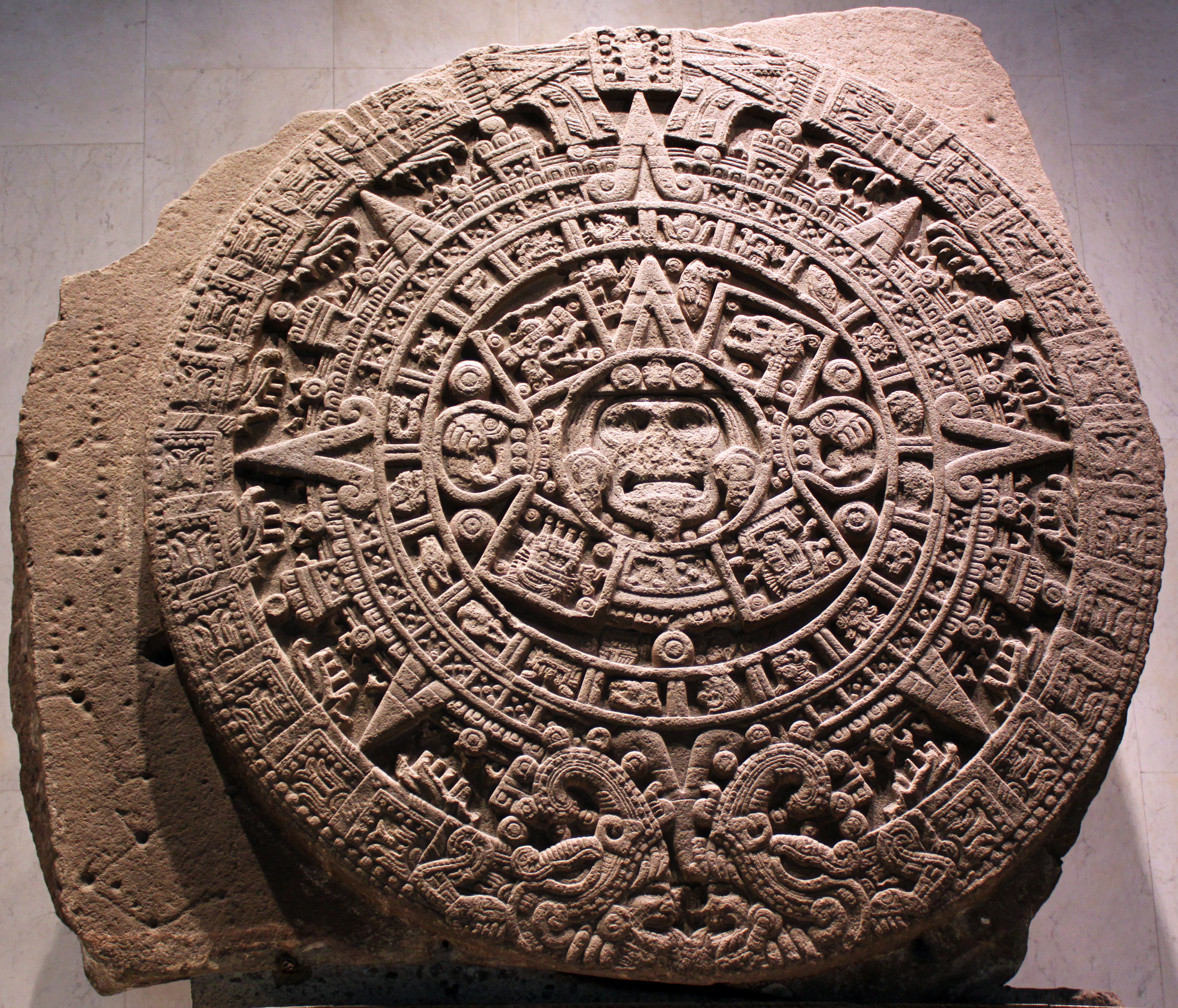
Piatra calendarului aztec; 1502–1521; bazalt; diametru: 358 cm; grosime: 98 cm; descoperită pe 17 decembrie 1790 în timpul unor reparații ale Bisericii Metropolitane din Ciudad de México; Muzeul Național de Antropologie al Mexicului (Ciudad de México)
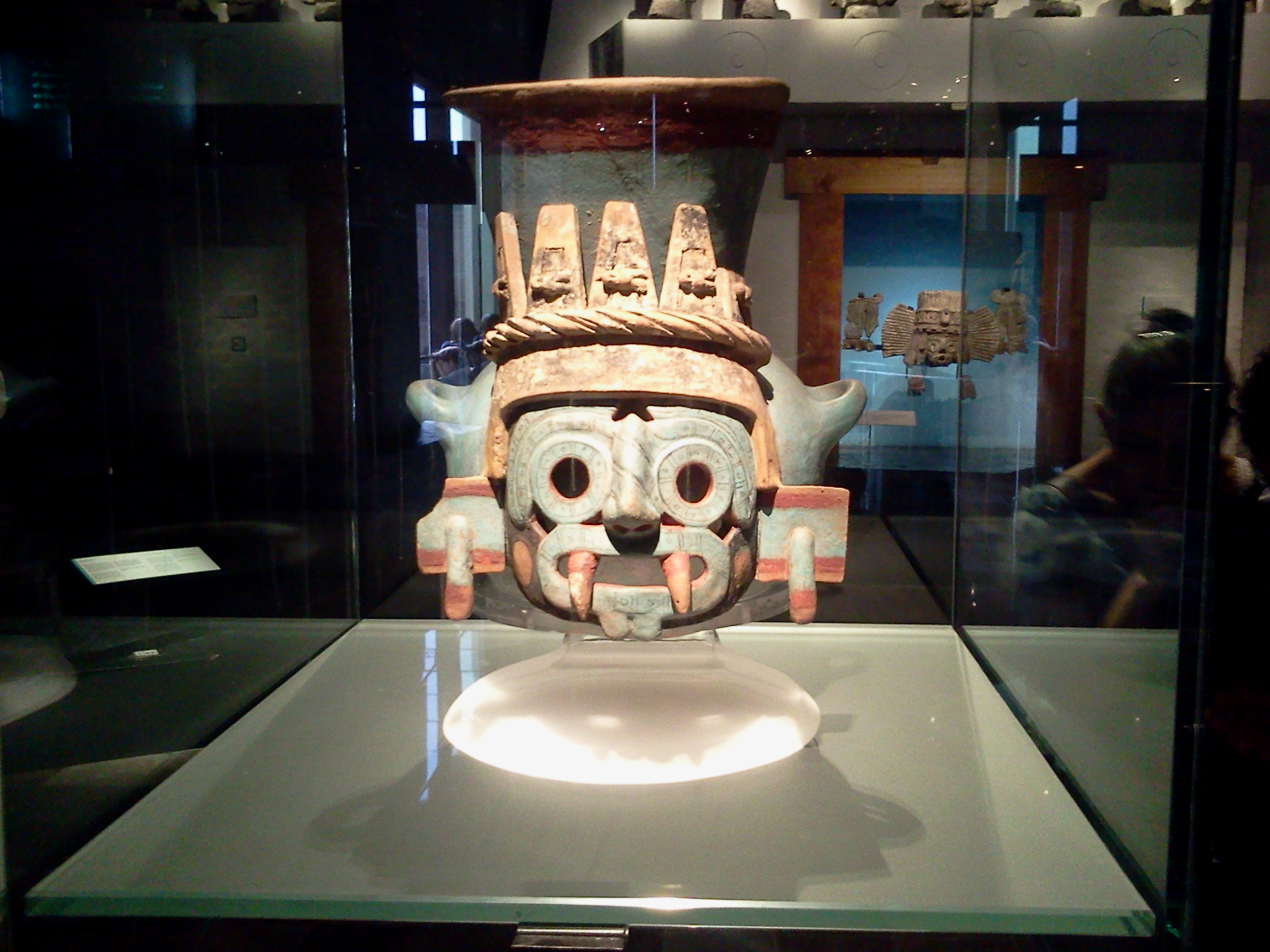
Vas în forma capului lui; 1440–1469; ceramică pictată; înălțime: 35 cm; Museo del Templo Mayor (Ciudad de México)
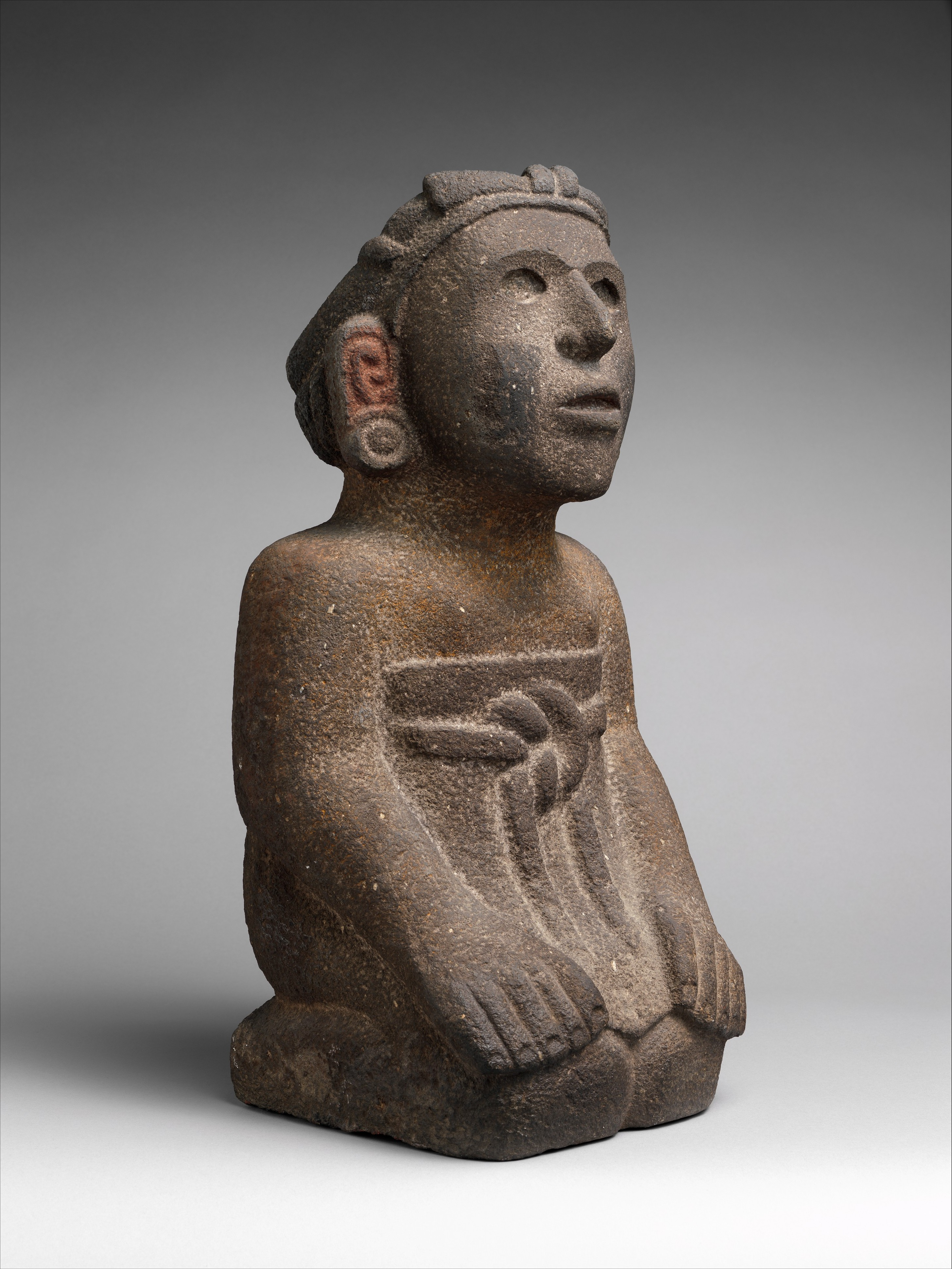
Figurină feminină în genunchi; secolul al XV-lea-al XVI-lea timpuriu; piatră pictată; per ansamblu: 54,61 x 26,67 cm; Muzeul Metropolitan de Artă (New York City)
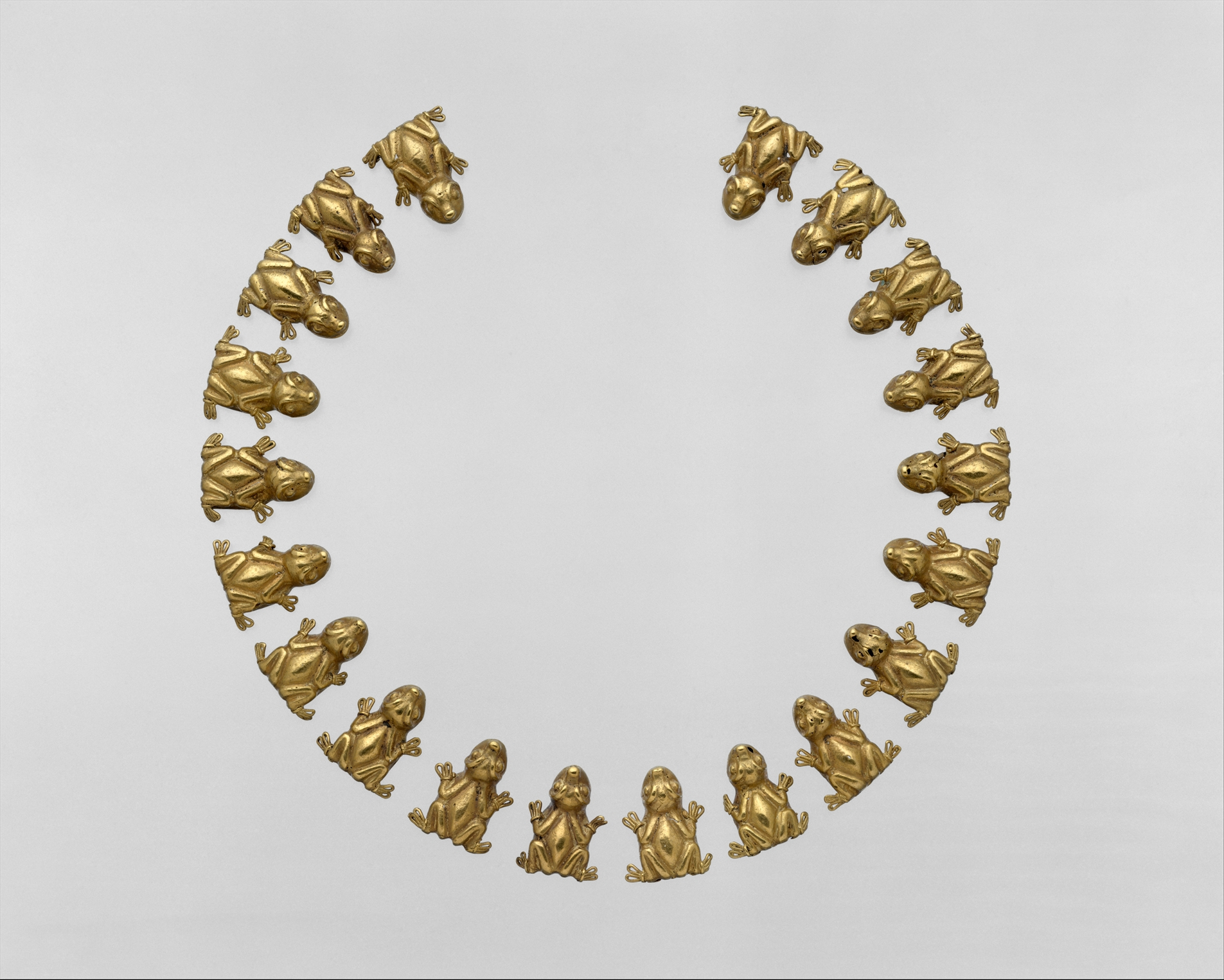
Podoabe în formă de broaște de la un colier; secolul al XV-lea-al XVI-lea timpuriu; auriu; înălțime: 2,1 cm; Muzeul Metropolitan de Artă

### Mayașii
Arta mayașă antică cuprinde artele materiale ale civilizației mayașe, o cultură mesoamericană de est și de sud-est, care s-a conturat în cursul perioadei preclasice ulterioare (500 î.Hr.-200 d.Hr.). Cea mai mare dezvoltare artistică a avut loc în cele șapte secole ale perioadei clasice (circa 200-900 d.Hr.). Arta maya antică a trecut apoi printr-o fază postclasică extinsă, înainte ca conflictele secolului al XVI-lea să distrugă cultura curteană și să pună capăt tradiției artistice mayașe. Au existat multe stiluri regionale, care nu coincid întotdeauna cu limitele schimbării politicilor mayașe. Formele de artă tradițională au supraviețuit în principal în țesături și proiectarea caselor țărănești. Au existat mai multe stiluri regionale, care nu corespundeau mereu cu granițele statului mayaș. Olmecii, teotihuacanii și toltecii au influențat arta mayașă.
Operele de artă din jad se numără printre cele mai minunate opere de artă pe care mayașii ni le-au lăsat. Majoritatea artefactelor găsite datează din perioada clasică, dar sunt descoperite tot mai multe artefacte care datează din cea preclasică. Primele dintre ele includ mărgele simple, găsite în înmormântările din Cuello (Belize), care datează între 1200 și 900 î.Hr.. La acea vreme, tăierea pietrelor era deja foarte dezvoltată în rândul olmecilor, care lucrau deja jadul înaintea mayașilor. În Mesoamerica, jadul se găsește doar ca jadeit; nefritul, cealaltă varietate cunoscută sub numele de jad, neexistând acolo. Cu toate astea, în zona asta a Mesoamericii, „jad” este un termen colectiv pentru o serie de alte pietre verzi sau albastre. Obiectele de jad erau plasate în înmormântări, folosite în ritualuri și, desigur, ca bijuterii. Pe lângă faptul că erau folosite pentru margele, care erau adesea strânse împreună pentru realizarea de pandantive și coliere extrem de ornamentate, fiind folosite și la bijuteriile pentru urechi, brațe, gambe și picioare, curele, pectorali (bijuterii pentru pus pe piept) și pentru a decorarea hainelor.
Arta mayașă e renumită pentru frumusețea estetică și conținutul narativ. Dintre toate materialele cu care au lucrat artiștii mayași, picturile lor pe ceramică sunt printre cele mai impresionante datorită rafinării lor tehnice și estetice.  Scenele astea complexe pictate, însoțite de texte hieroglifice povestesc evenimente istorice din perioada clasică și dezvăluie ideologia religioasă pe baza căreia mayașii și-au construit marea lor civilizație.

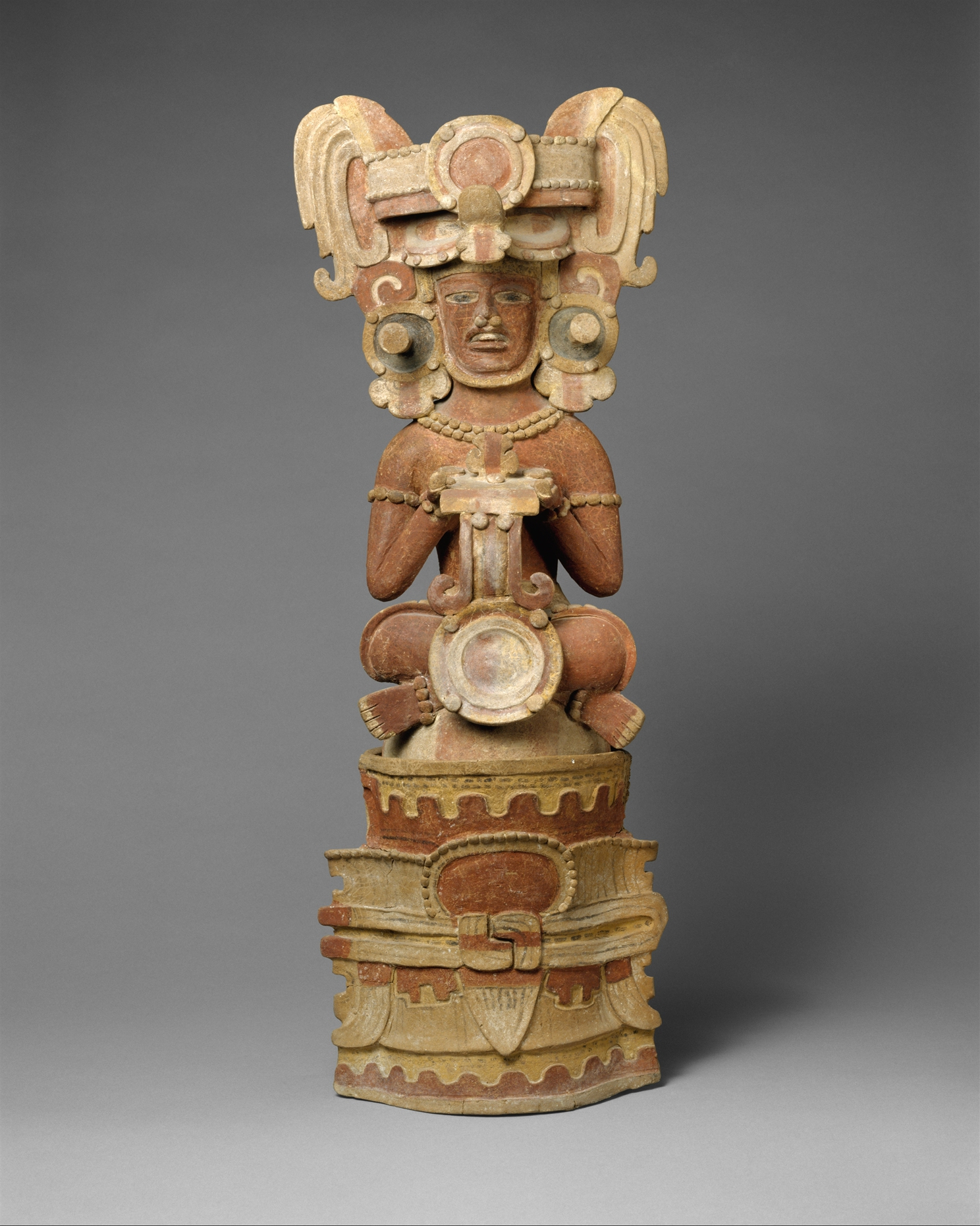
Cădelniță în forma unui rege care stă; secolul al IV-lea; ceramică; înălțime: 80 cm, lățime: 31,1 cm; Muzeul Metropolitan de Artă (New York City)
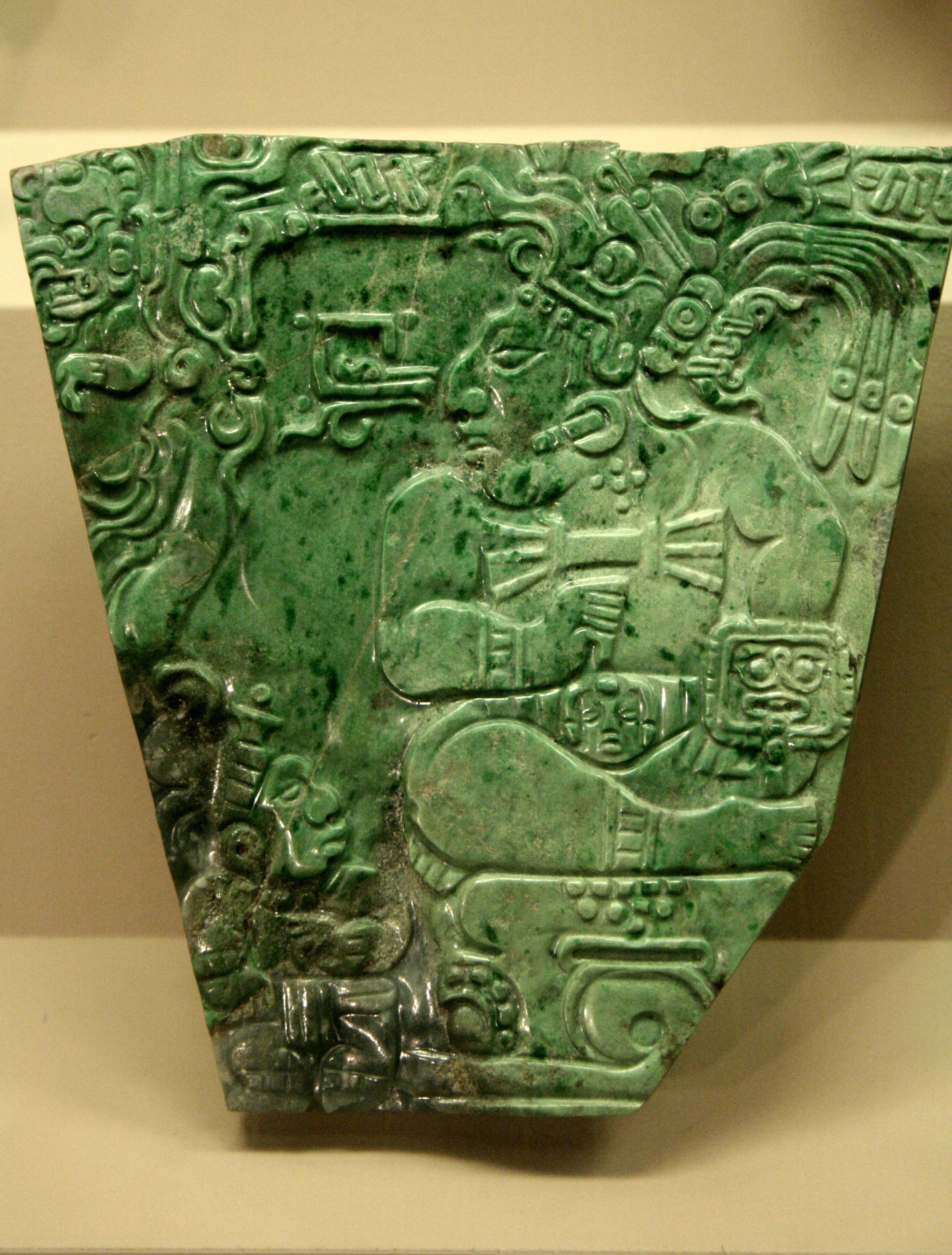
Placă a unui rege mayaș; 400-800 (perioada clasică); înălțime: 14 cm, lățime: 14 cm; găsită la Teotihuacan; British Museum (Londra)
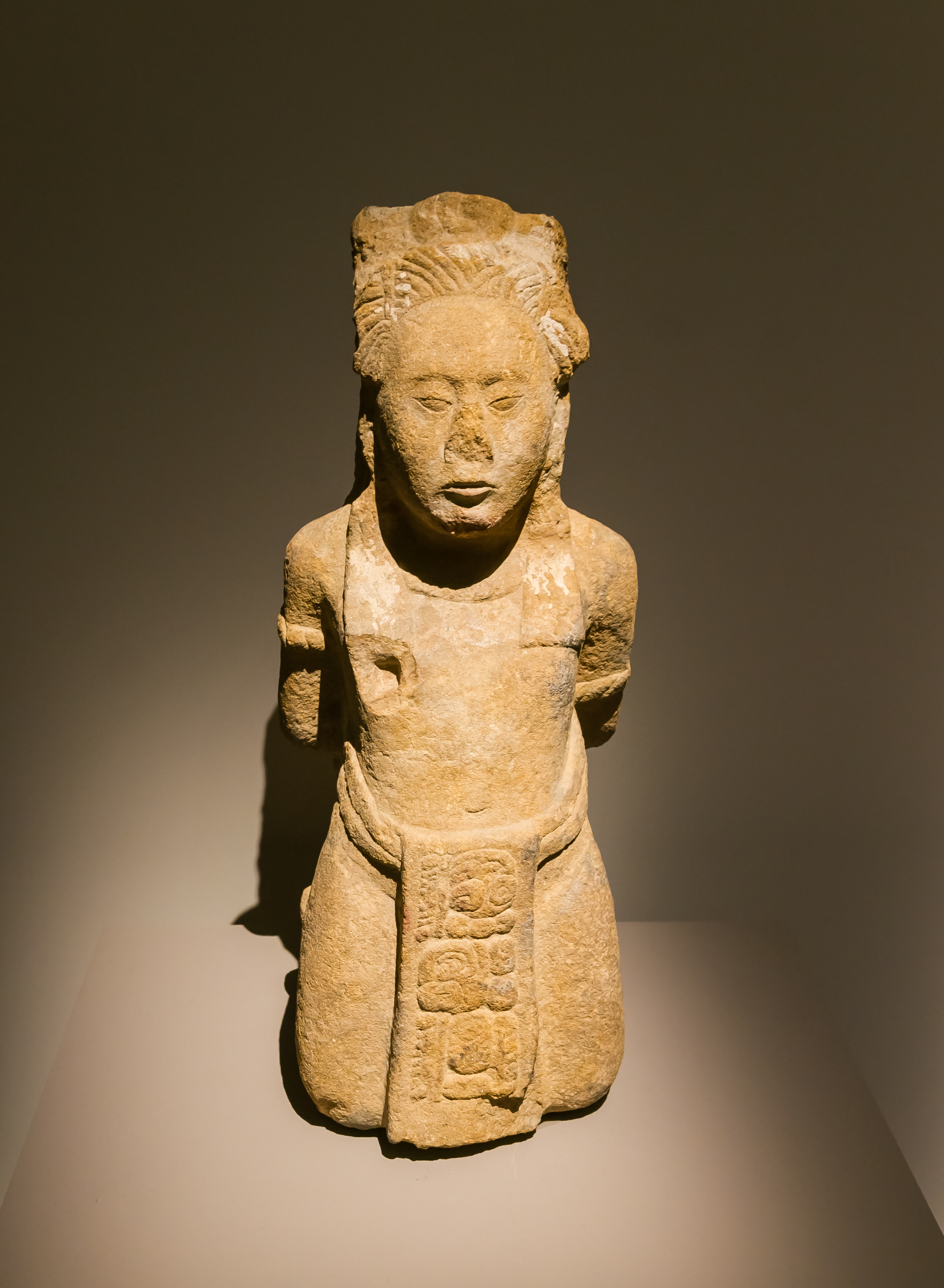
Statuetă care înfățișează un prizonier; 600-900; calcar; de la Toniná (Mexic); Musée du quai Branly – Jacques Chirac (Paris)
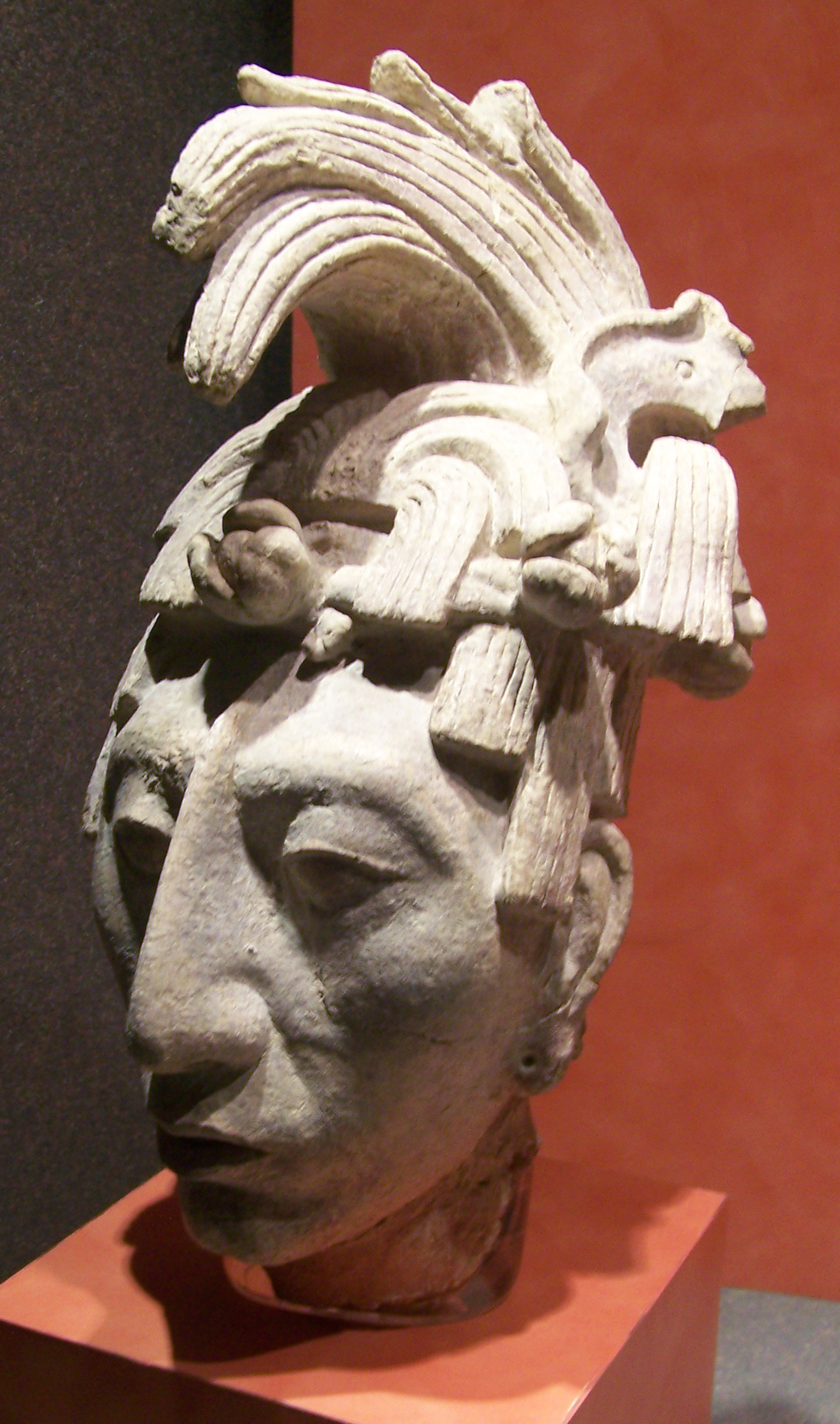
Portret al lui K'inich Janaab Pakal I; 615–683; stuc; înălțime: 43 cm; Muzeul Național de Antropologie al Mexicului (Ciudad de México)
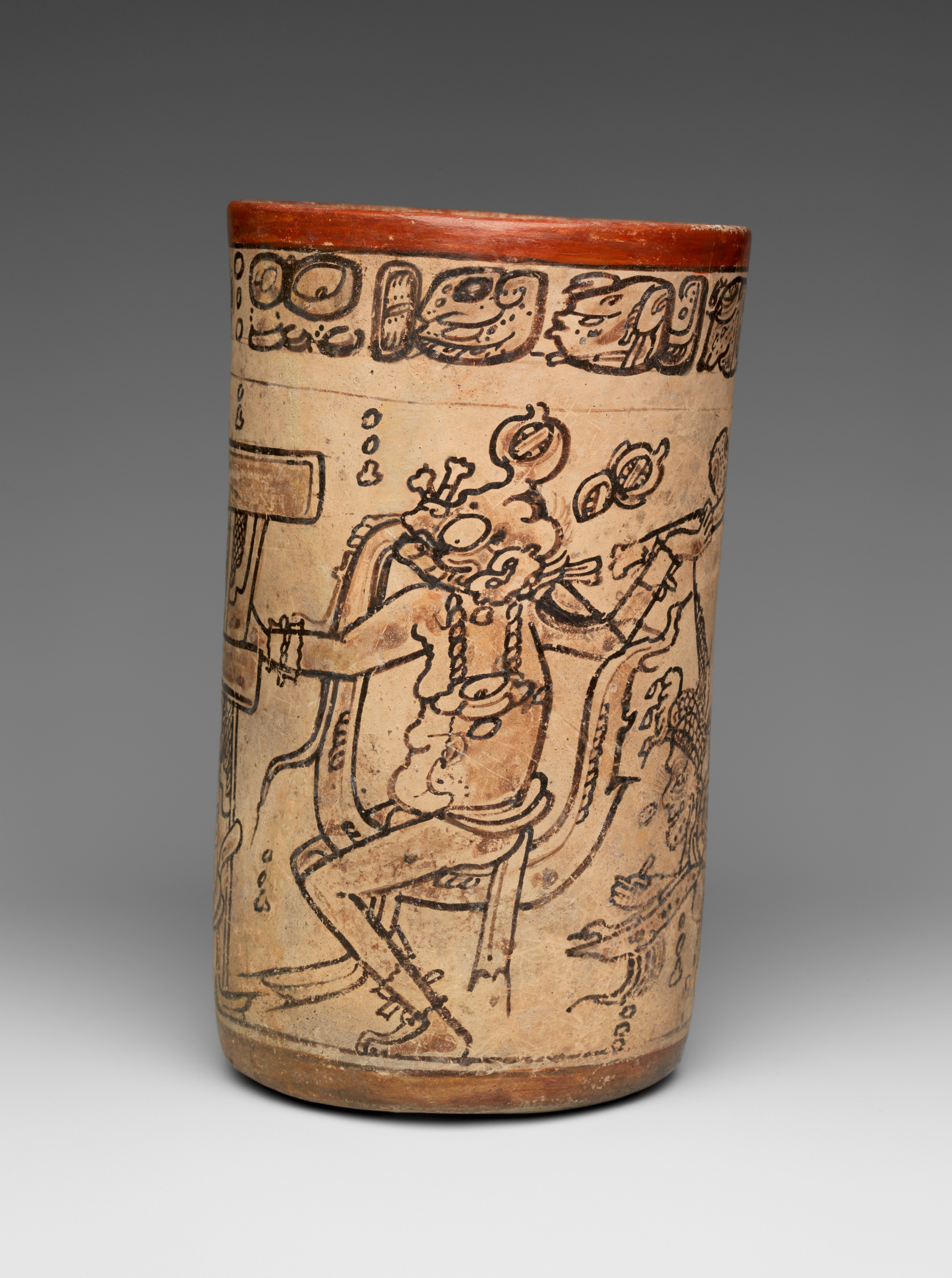
Vas în stilul de codex, cu o scenă mitologică; secolele al VII-lea-al VIII-lea; ceramică; înălțime: 19 cm, diametru: 11,2 cm; Muzeul Metropolitan de Artă
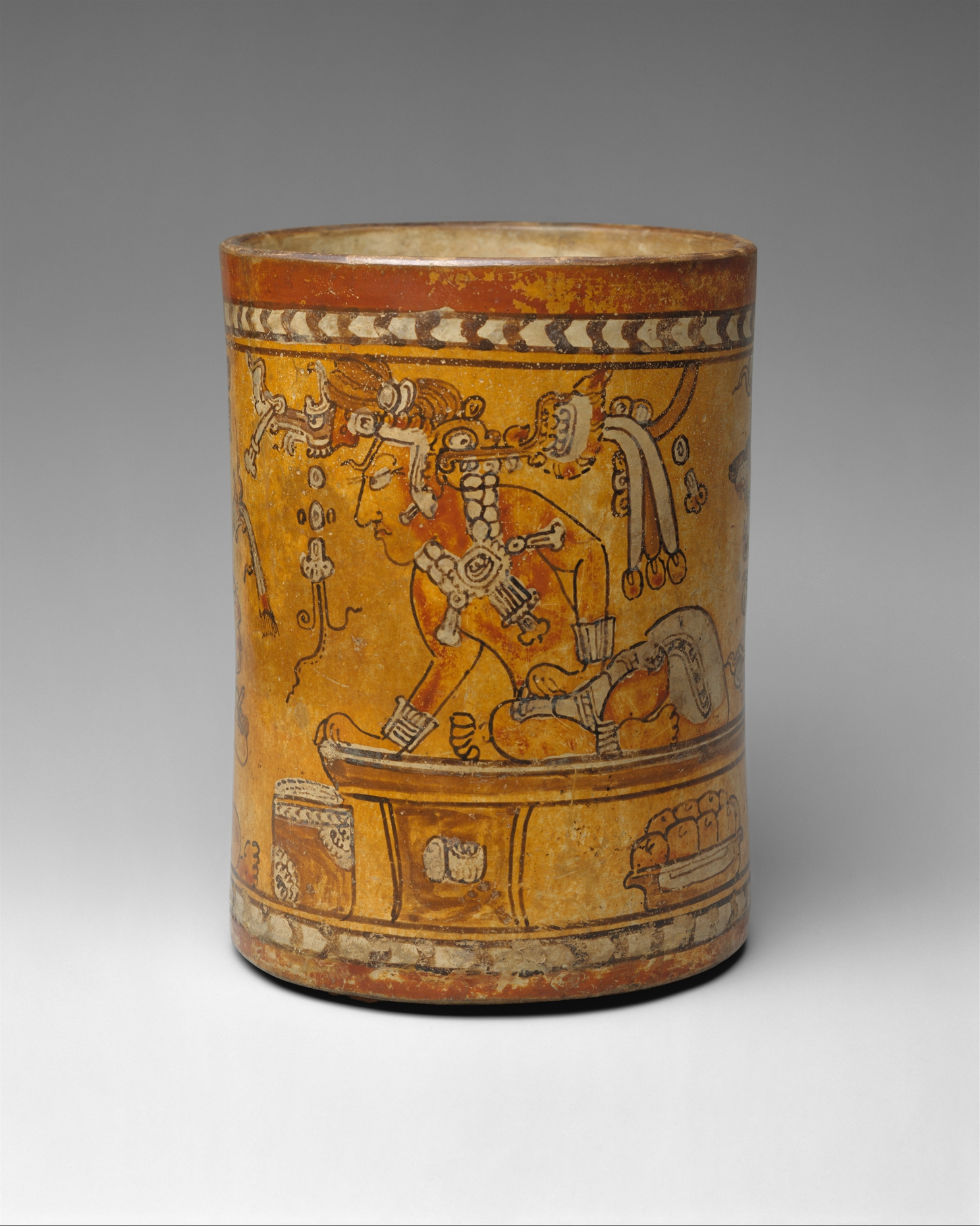
Vas cu o scenă în care apare un tron; secolele al VII-lea târziu-al VIII-lea; ceramică; înălțime: 21,59 cm; Muzeul Metropolitan de Artă
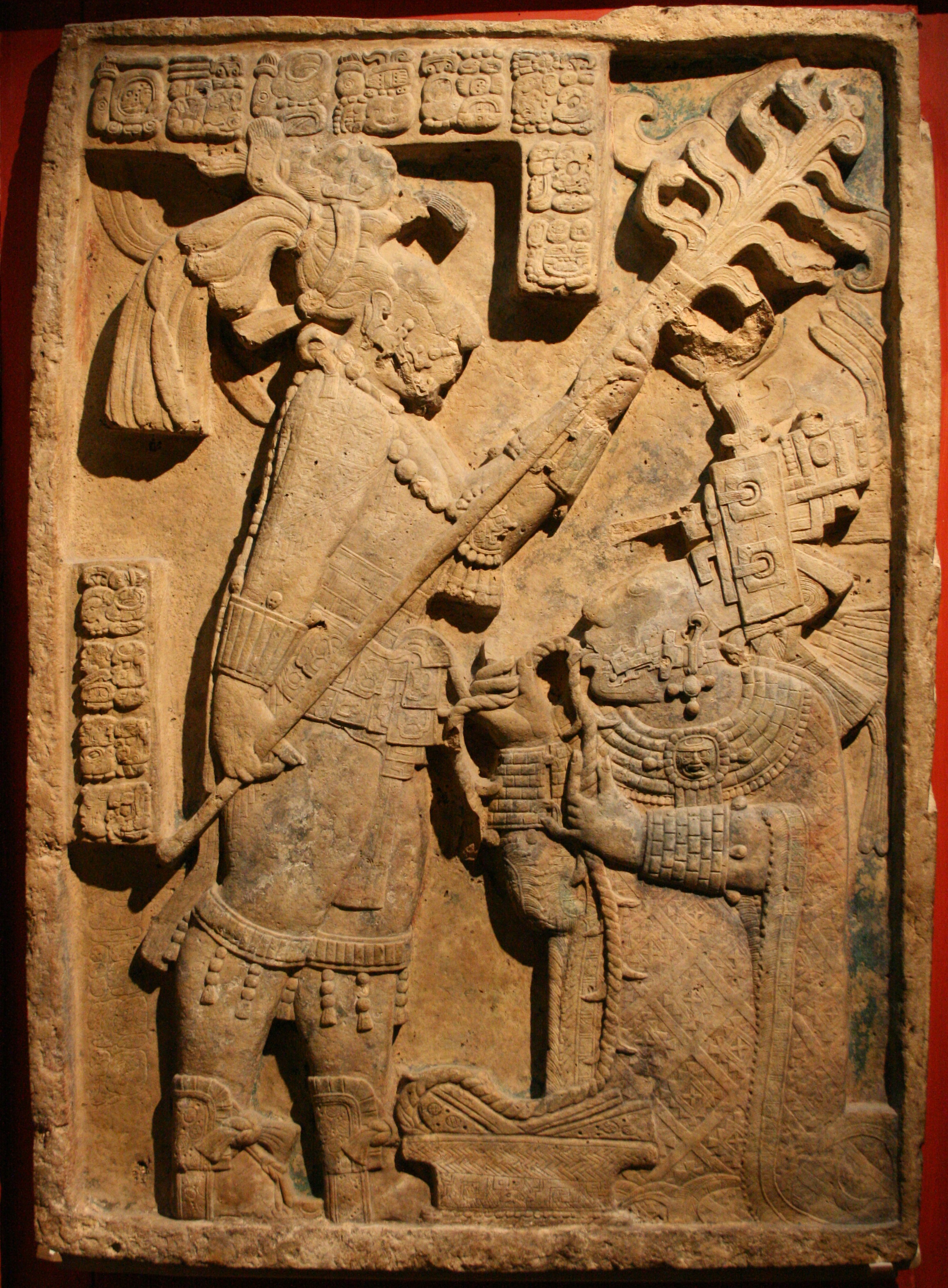
Unul dintre buiandrugurile Yaxchilan, cel de aici prezentând un ritual cu lăsare de sânge, realizat de regele Yaxchilan, și soția lui, Doamna K'ab'al Xook; 723–726; calcar; înălțime: 108 cm, lățime: 78 cm; British Museum
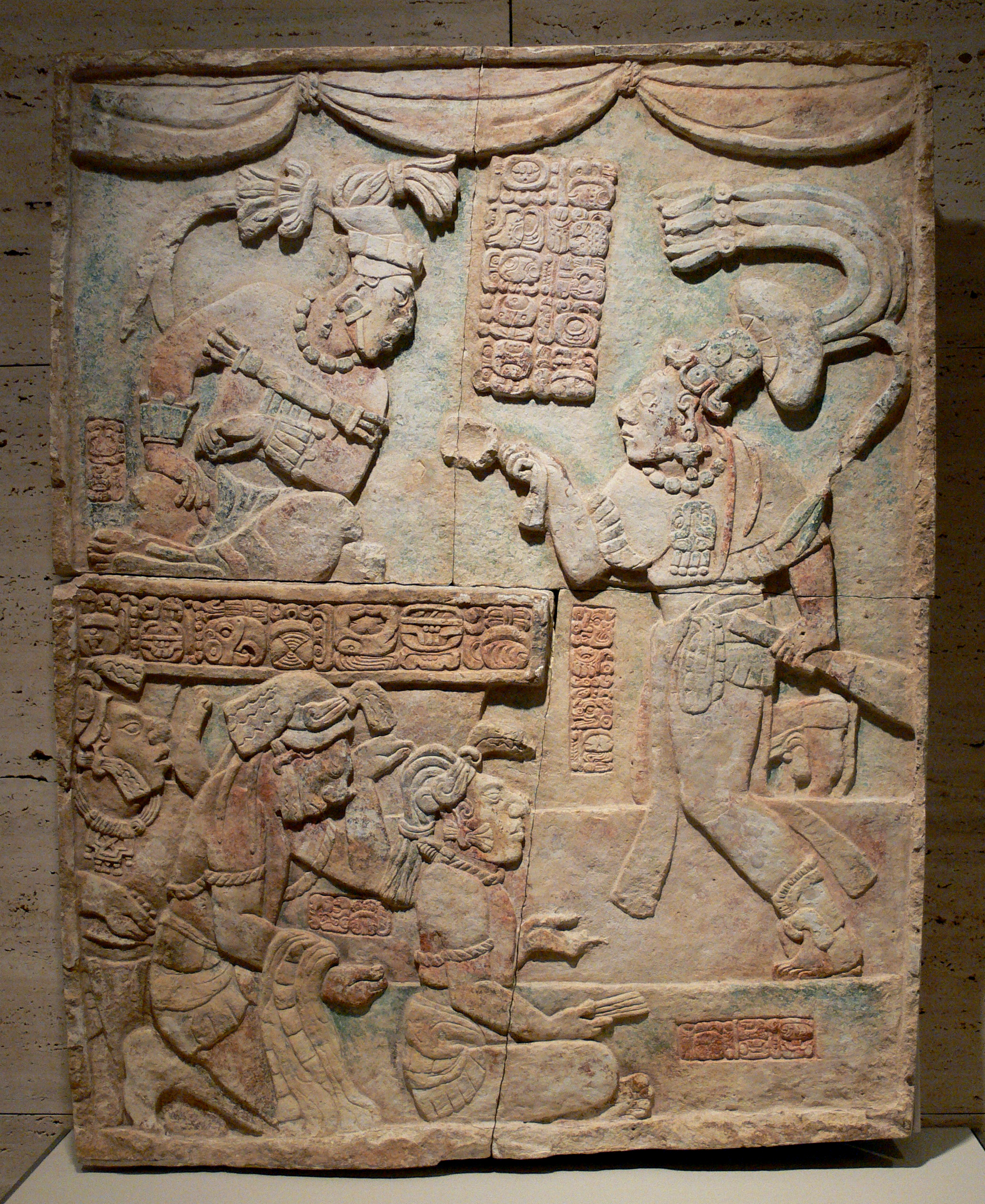
Relief în care apare Aj Chak Maax prezentând prizonieri înaintea conducătorului Itzamnaaj B'alam al III-lea din Yaxchilan; 22 august 783; calcar cu urme de pigment; înălțime: 1,15 m; Muzeul de Artă Kimbell (Fort Worth, Texas, SUA)

### Costa Rica și Panama
Societățile dinamice din America Centrală sunt acum recunoscute ca contribuitori robuști și inovatori ai artelor Americilor antice. Oamenii din Nicaragua, Costa Rica și Panama precolumbiene și-au dezvoltat propriile stiluri distinctive. Popoarele regiunii nu au fost subsumate de influențe exterioare, ci au creat în schimb, au adoptat și au adaptat tot felul de idei și tehnologii astfel încât să se potrivească nevoilor și temperamentelor lor. Tradițiile culturale idiosincratice ale regiunii, credințele religioase și sistemele sociopolitice sunt reflectate în opere de artă unice. Un aspect spiritual fundamental a fost șamanismul, al cărui principiu central a decretat că, într-o stare de transă, transformată într-o formă însoțitoare a spiritului, o persoană poate să intre pe un tărâm supranatural și să obțină o putere specială pentru a afecta treburile lumești. Artiștii din America Centrală au conceput modalități ingenioase de a înfățișa transformarea asta prin contopirea într-o figură a caracteristicilor umane și animale; jaguarii, șarpii, șoimii, sau vulturii au fost principalele forme de spirit.

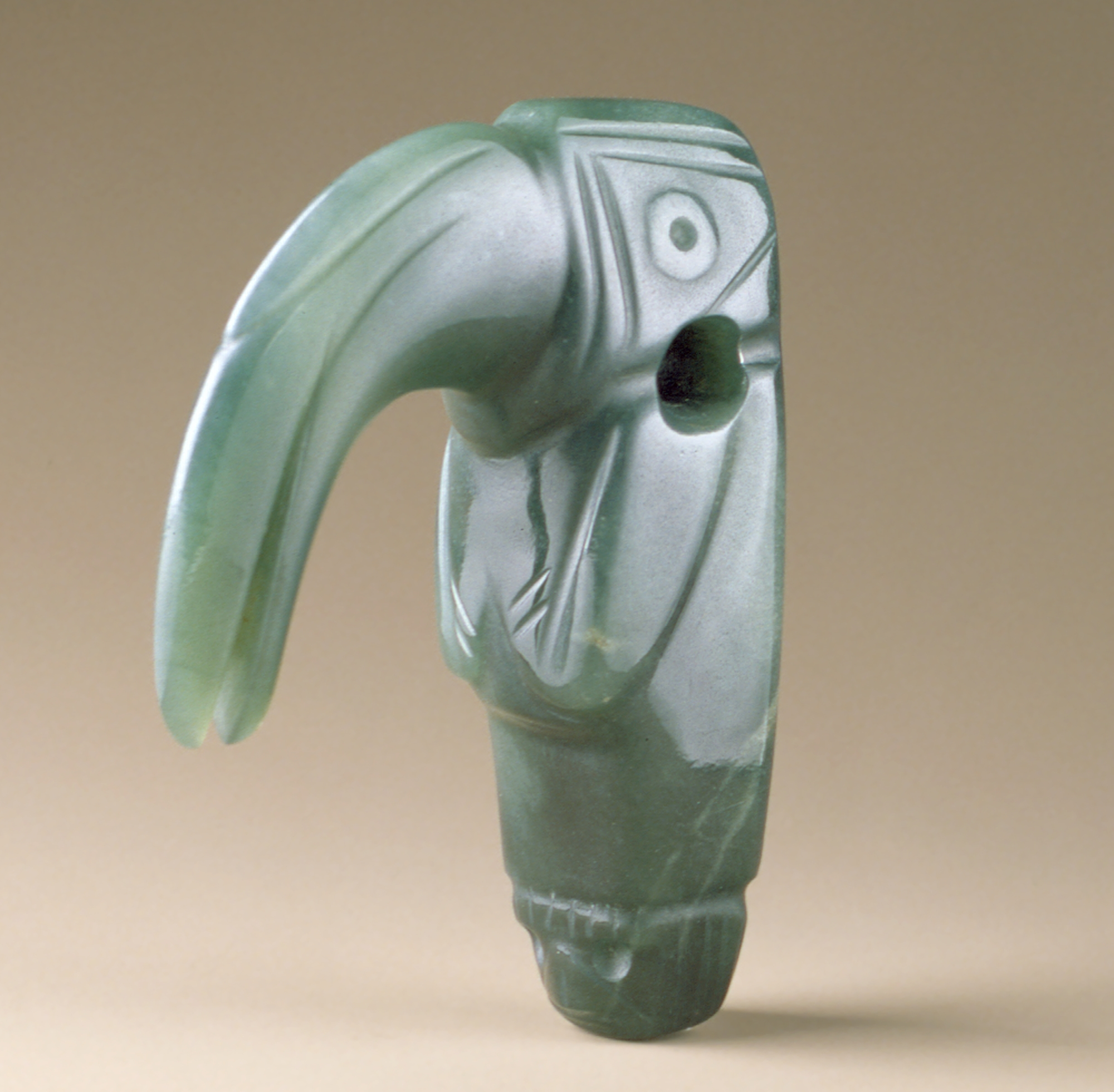
Pandantiv în formă de pasăre; secolele I-al V-lea;jadeit; înălțime: 6,7 cm, lățime: 1,9 cm, adâncime: 4,7 cm; din Costa Rica; Muzeul Metropolitan de Artă (New York City)
Pectoral; secolele al V-lea-al X-lea; aliaj de aur; per ansamblu: 25,1 x 26,7 cm; de la Sitio Conte (Panama); Muzeul de Artă din Cleveland (Ohio, SUA)
Vas în formă de carape de broască; secolele al XI-lea-al XIV-lea; ceramică pictată; per ansamblu: 22,9 x 29,2 cm; din Panama; Muzeul de Artă din Cleveland
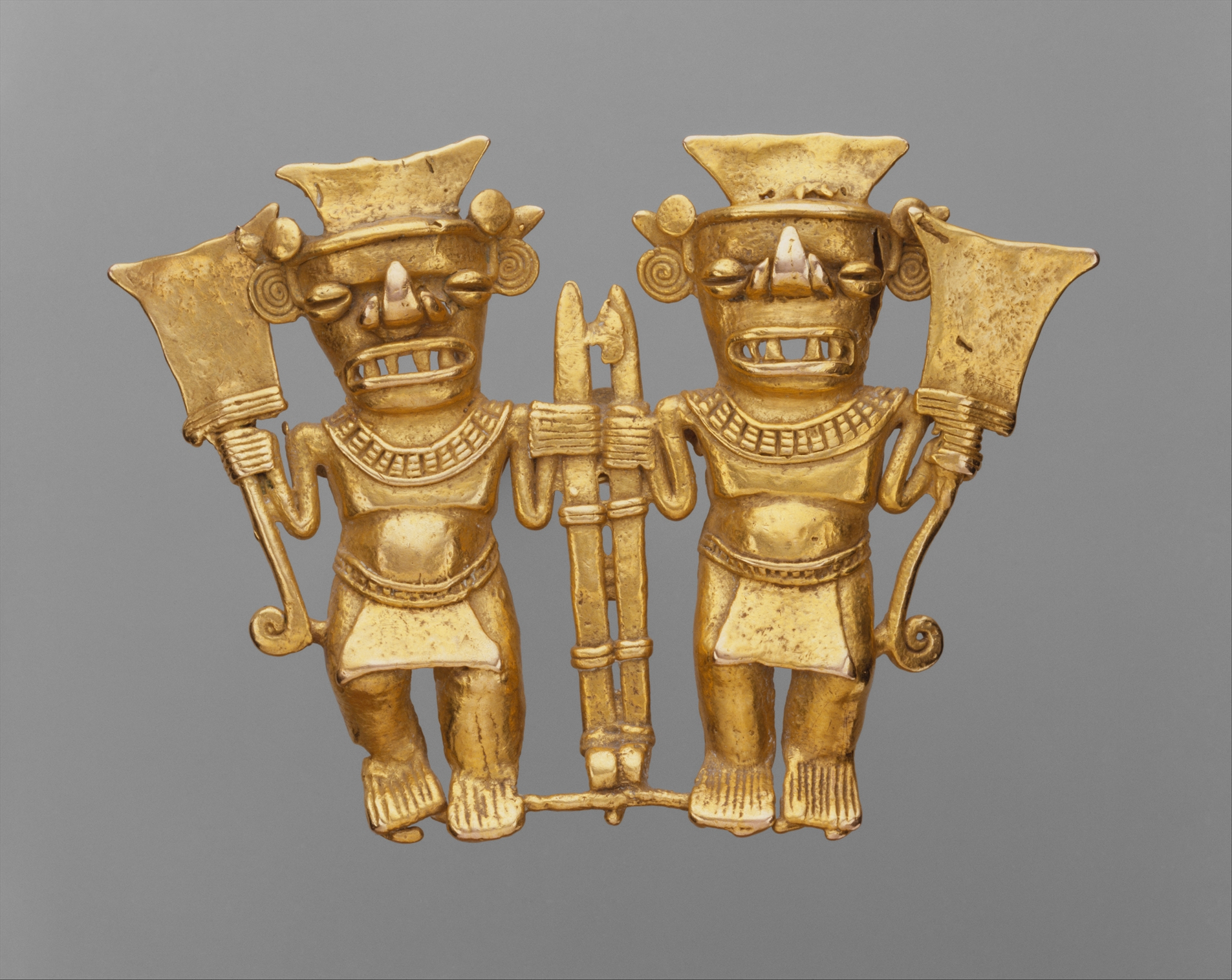
Pectoral care înfățișează doi războinici cu aruncătoare de sulițe; secolele al XI-lea-al XVI-lea; aur; per ansamblu: 7,62 cm; din Provincia Chiriquí (Panama); Muzeul Metropolitan de Artă

### Columbia
Aurul - metalul perpetuu strălucitor al statutului, bogăției și puterii - i-a inspirat pe spanioli să exploreze globul și a fost un accesoriu esențial al prestigiului, autorității și ideologiei religioase în rândul popoarelor din America Centrală și Columbia.
În Columbia, aurul a fost important pentru relația sa cu forța divină a soarelui. A făcut parte dintr-o ideologie complexă a opozițiilor binare universale: bărbat-femeie, luminoasă-întunecată, lumi pământești și spirituale. Podoabele corporale din aur au fost turnate sub forme complexe, iconografia lor comunicând potențialul social, politic și spiritual prin portretele unor puternici conducători-șamani, totemuri descendente și spirite protectoare supranaturale.

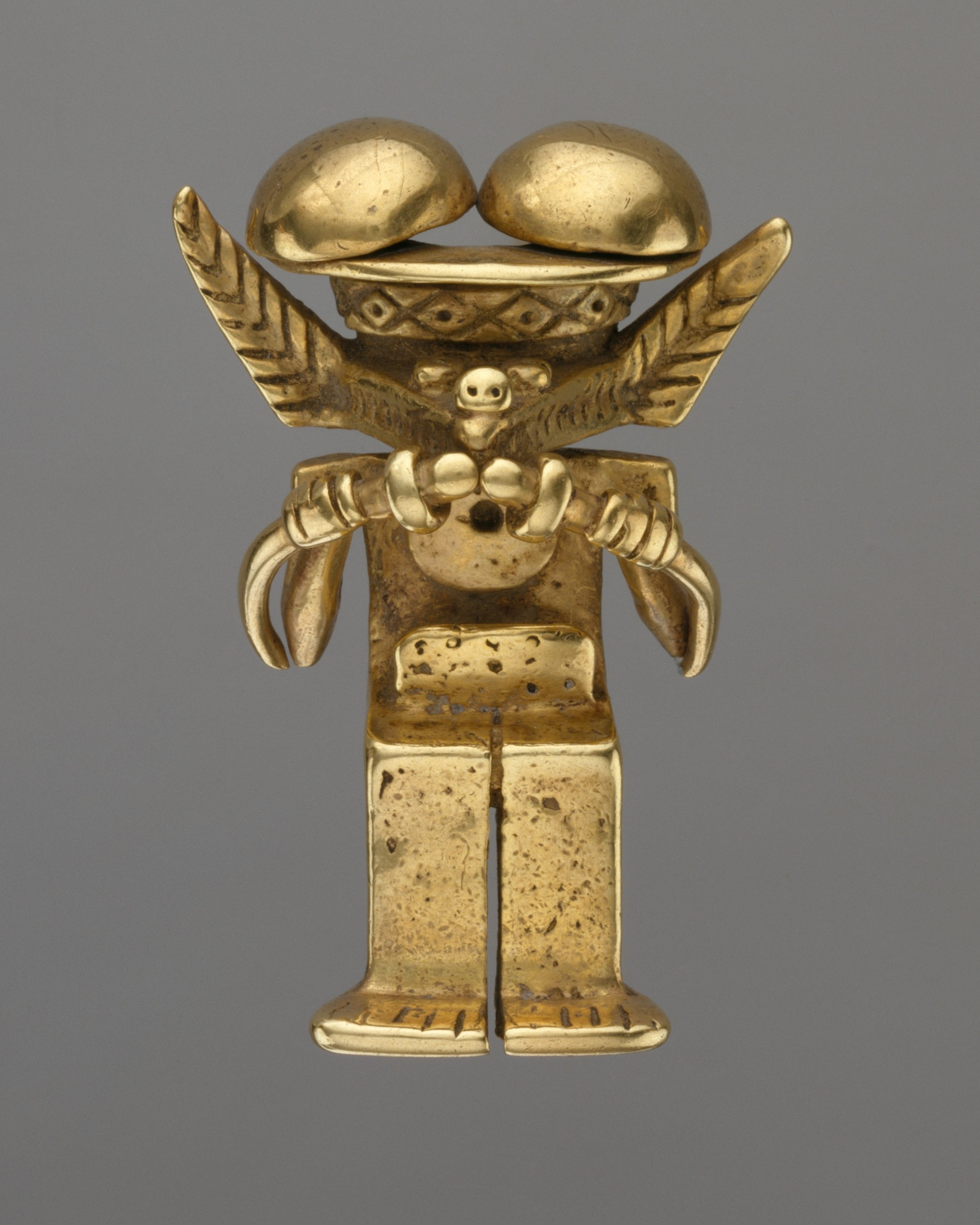
Figurină-pandantiv yotoco; secolul I-al VII-lea; aur; înălțime: 6,35 cm; Muzeul Metropolitan de Artă (New York City)
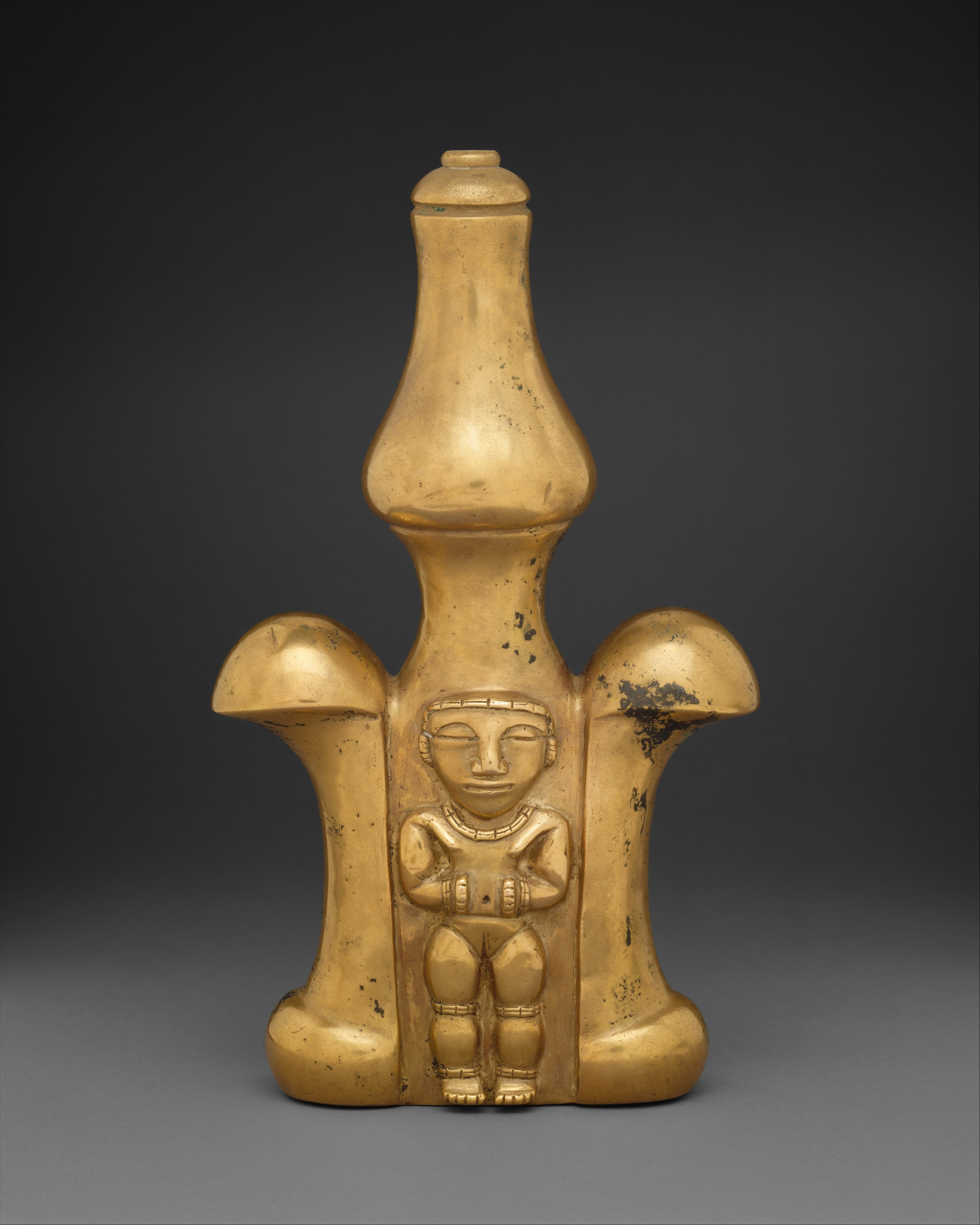
Vas quimbaya; secolele al V-lea al IX-lea; aur; înălțime: 23 c; Muzeul Metropolitan de Artă
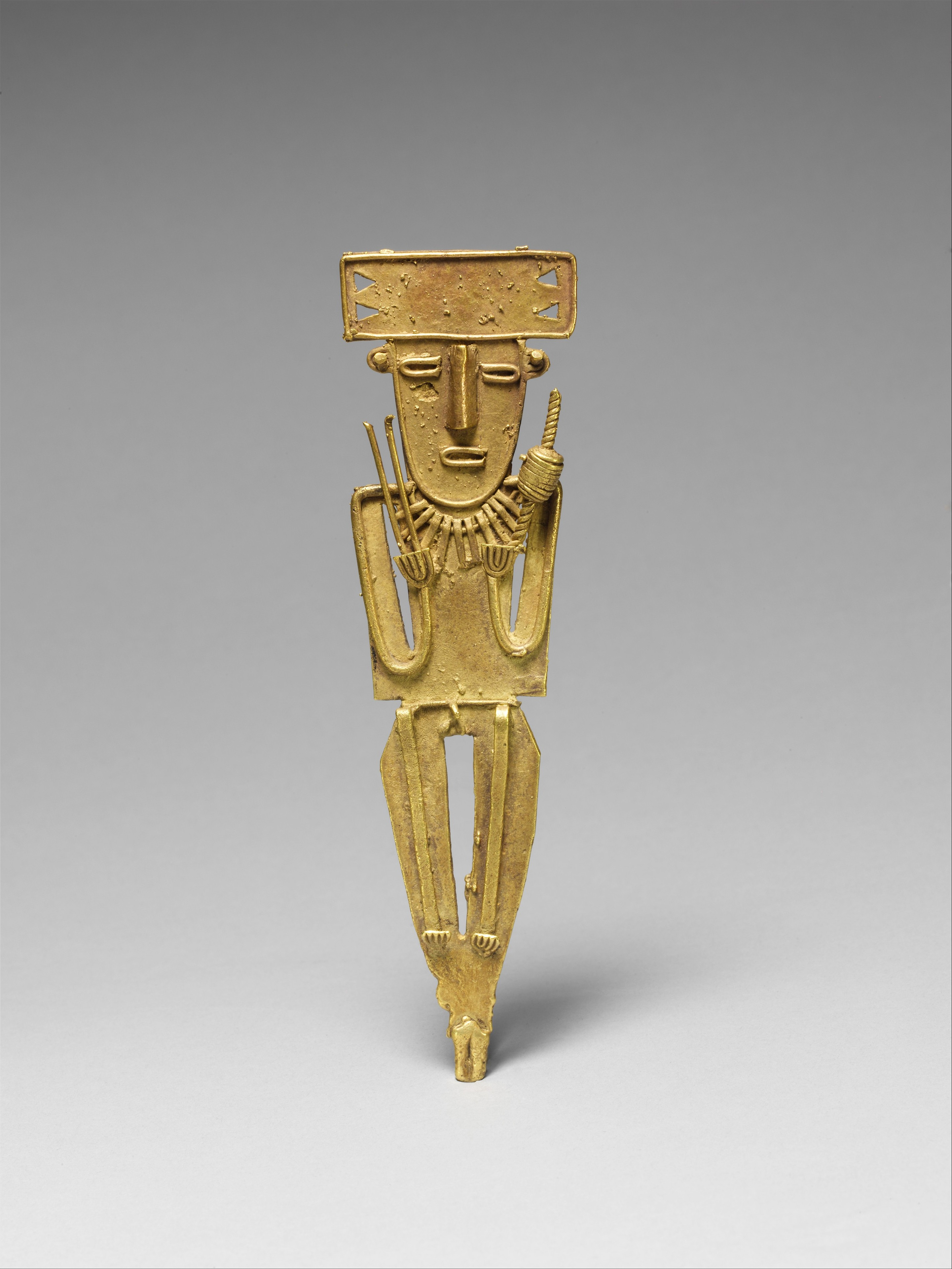
Figurină-placă masculină muiscan (tunjo); secolul al X-lea-mijlocul celui de-al XVI-lea; aur; înălțime: 14,9 cm; Muzeul Metropolitan de Artă
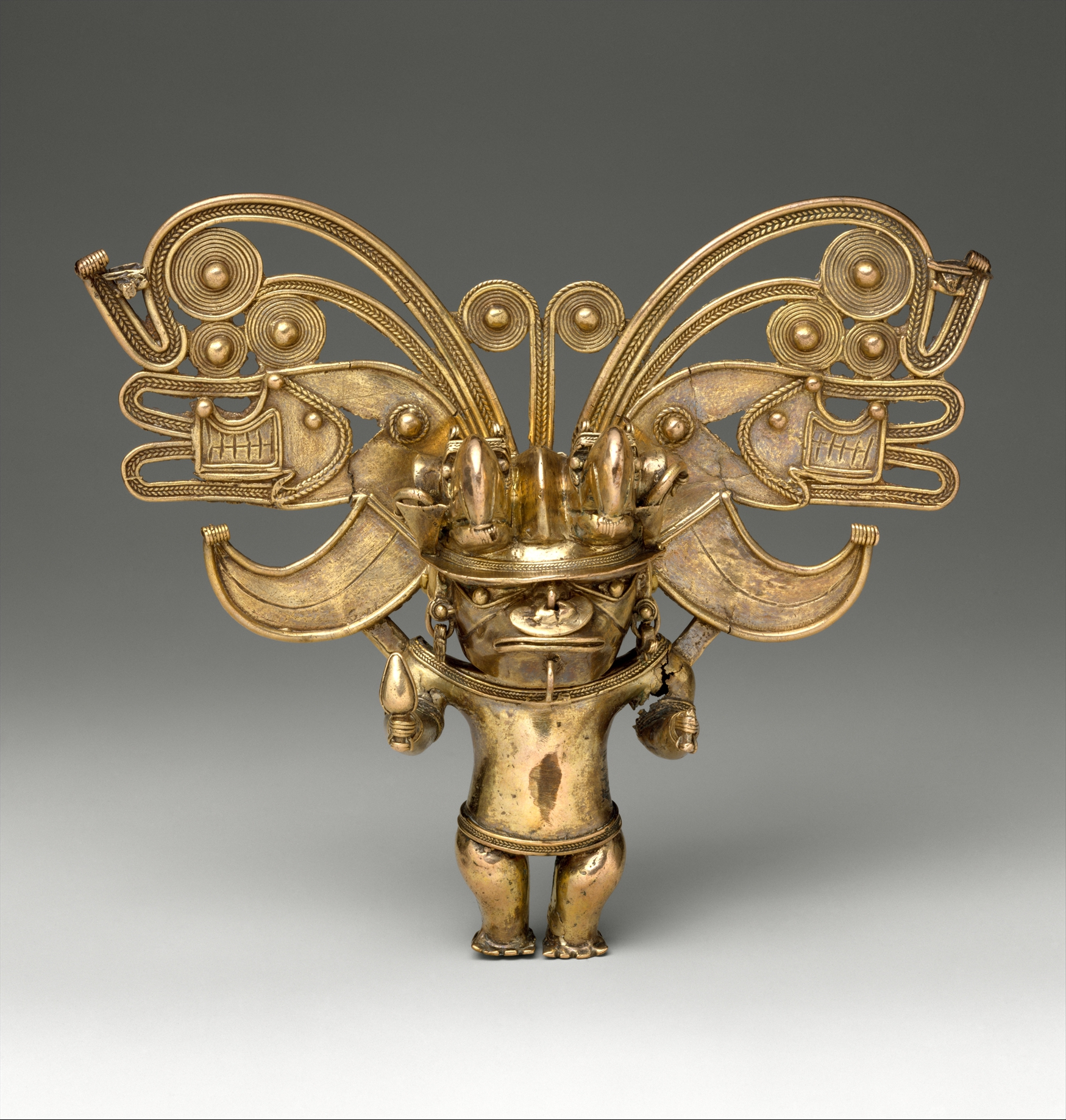
Pandantiv tairona; secolele al X-lea-al XVI-lea; aur; înălțime: 14 cm; Muzeul Metropolitan de Artă

### Regiunile andine
Civilizațiile antice din Peru și Bolivia au creat tradiții artistice unice. Originile civilizației andine ajung încă înainte de 3000 î.Hr.. Exploatând mediile provocatoare - care includeau cele mai uscate deșerturi de coastă din lume, pământuri dezolante înalte și munți formidabili - precolumbienii andini au excelat în agricultură, pescuit și zootehnie. Până la 1800 î.Hr., clădiri civice și pentru rituale ridicate pe platformele masive au dominat așezările mai mari, în special în văile râurilor de coastă. Două dintre primele culturi importante sunt chavín și cultura paracas.
Cultura moche a controlat văile râurilor de pe coasta de nord, în timp ce cultura nazca din sudul Peruului se ținea de-a lungul deșerturilor de coastă și al munților contiguați, moștenind progresele tehnologice - în agricultură și arhitectură - precum și tradițiile artistice ale culturii paracas. Ambele culturi au înflorit în jurul anilor 100-800 d.Hr.. Ceramica moche este una dintre cele mai variate din lume. Folosirea tehnologiei matriței e evidentă. Ea ar fi permis producerea în masă a anumitor forme. În urma declinului Moche, au apărut două mari imperii coexistente în regiunea Anzilor. În nord, Imperiul Wari (sau Huari). Wari se remarcă prin realizările lor arhitecturale și sculpturile din piatră, dar cea mai mare pricepere a lor a fost ceramica. Cultura wari a produs ceramică de mari dimensiuni, multe dintre opere reprezentând imagini ale unui zeu anume.
Cultura chimú a fost precedată de un stil de ceramică simplu, cunoscut sub numele de Sicán (700-900 d.Hr.) care a devenit din ce în ce mai decorativ până a devenit recunoscut drept chimú la începutul celui de-al II-lea mileniu. Chimú a produs opere-portrete excelente și unele decorative din metal, în special de aur, dar mai ales argint.  Cultura chimú e remarcată, de asemenea, pentru lucrăturile din pene, producând numeroase lucruri de pus pe cap confecționate dintr-o varietate de pene tropicale.

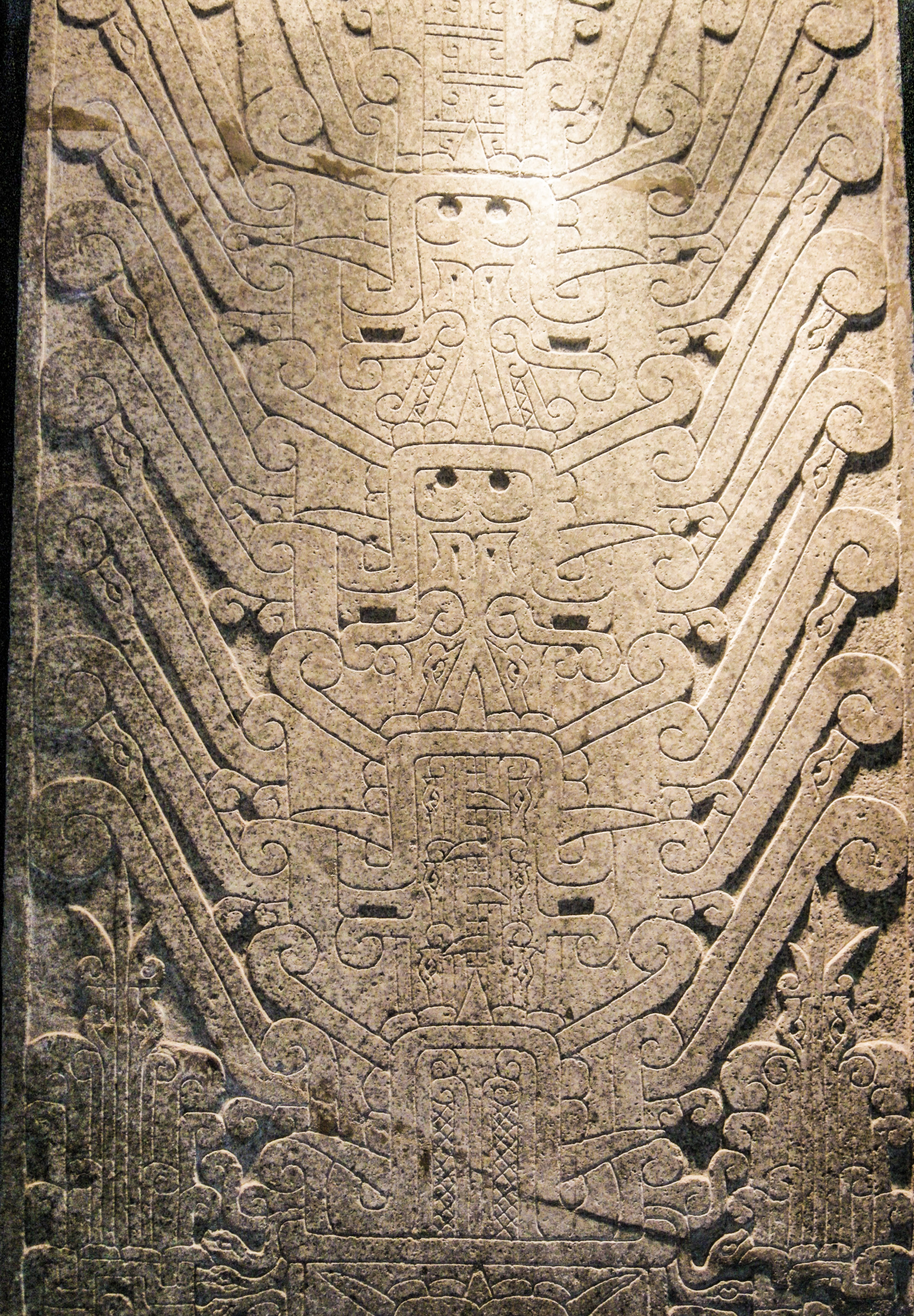
Stela lui Raimondi; a culturii Chavín; secolele al V-lea-al III-lea î.Hr.; granit; înălțime: 1,95 m; Muzeul Național de Arheologie, Antropologie și Istorie al Peruului (Lima, Peru)
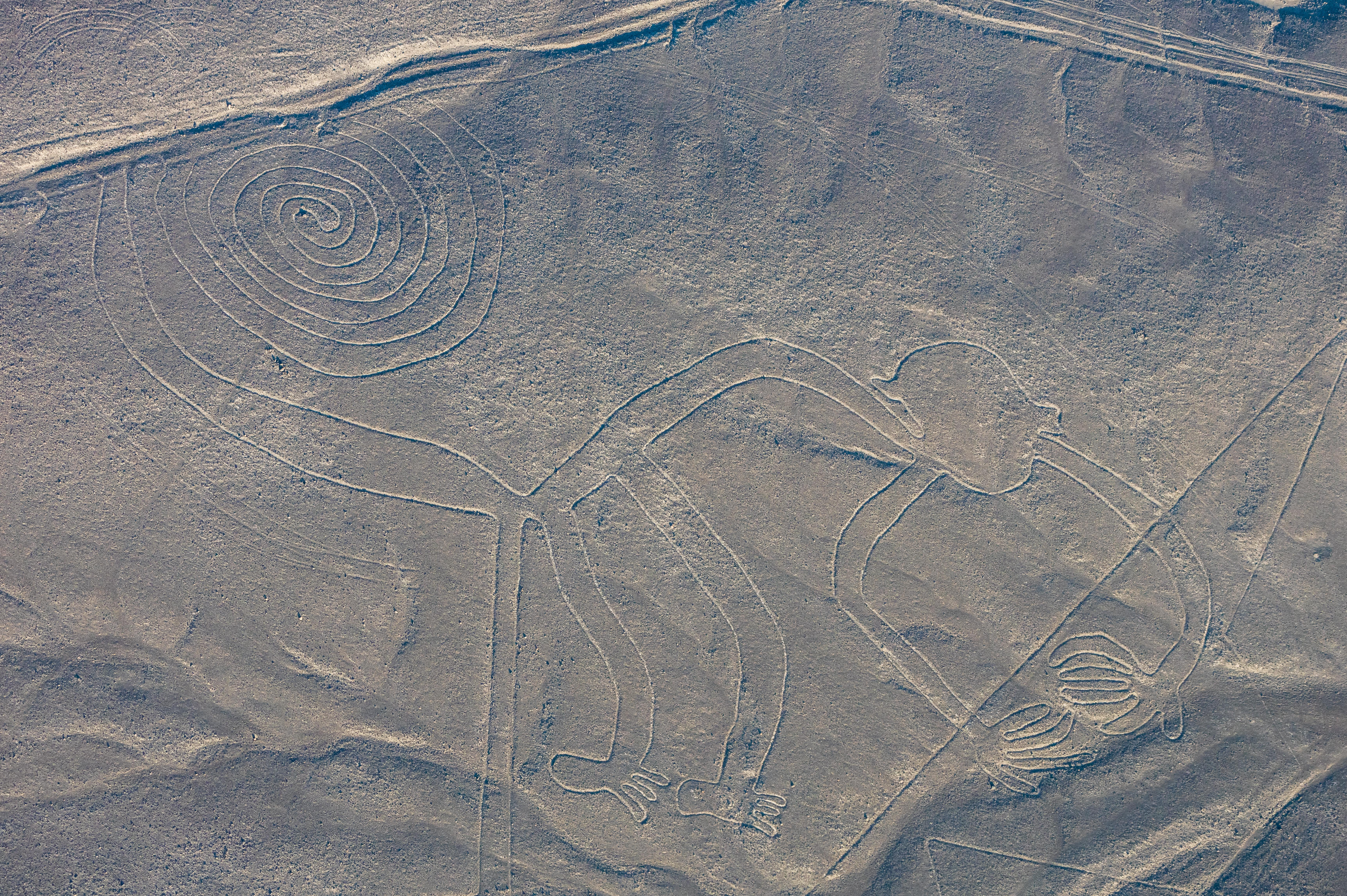
Poză aeriană a uneia dintre Liniile Nazca, făcută în iulie 2015. În poza asta, apare linia cunoscută ca „Maimuța”
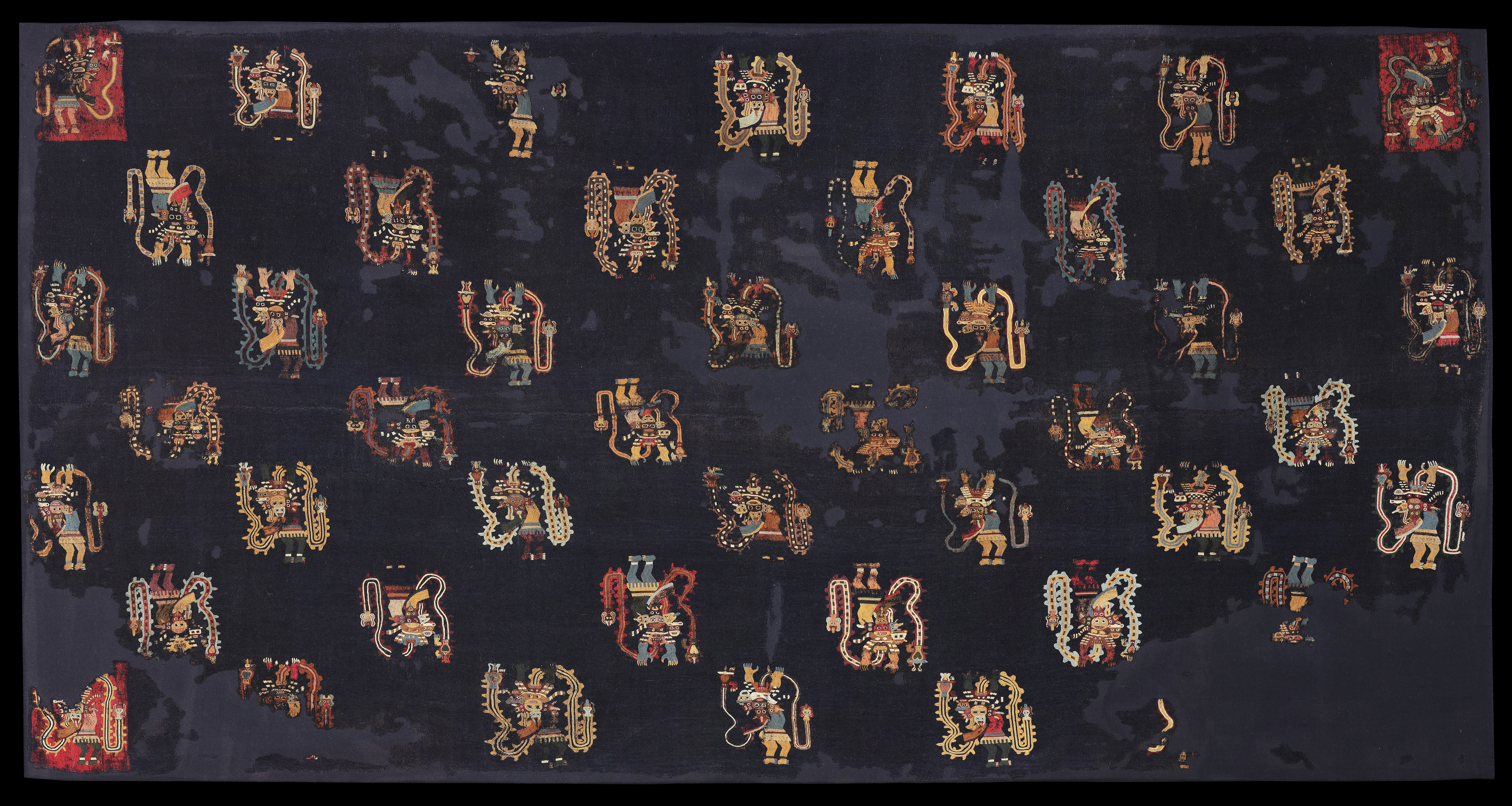
Manta ceremonială cu reprezentări de ființe supranaturale; a culturii paracas; 100 î.Hr.-100 d.Hr.; brodată din bumbac; înălțime: 12,8 cm, lățime: 12,9 cm; Muzeul de Artă din Lima (Lima)
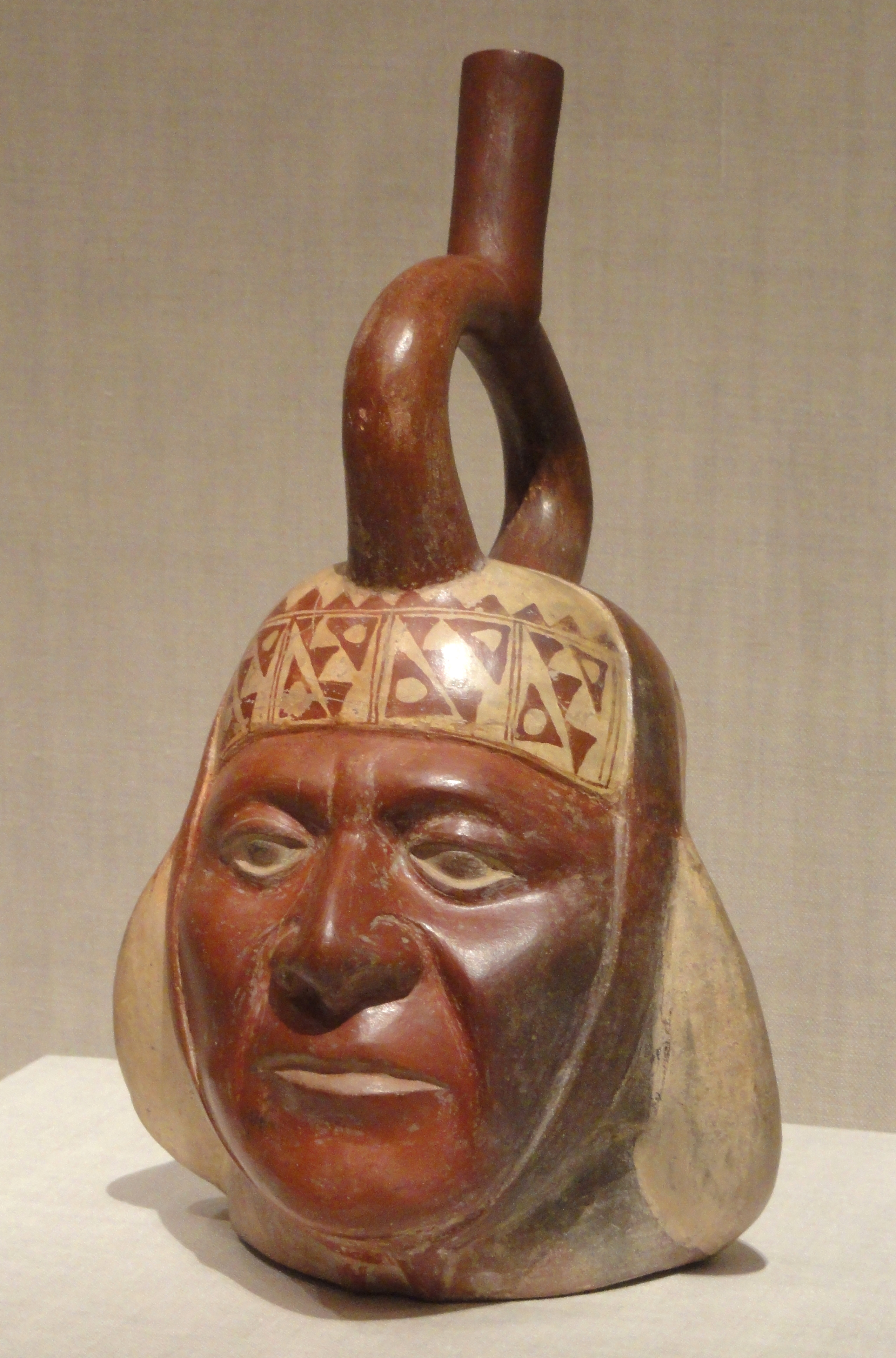
Vas-portret moche al unui conducător; al culturii moche; 100 î.Hr.-500 d.Hr.; ceramică și pigmenți; Institutul de Artă din Chicago (SUA)
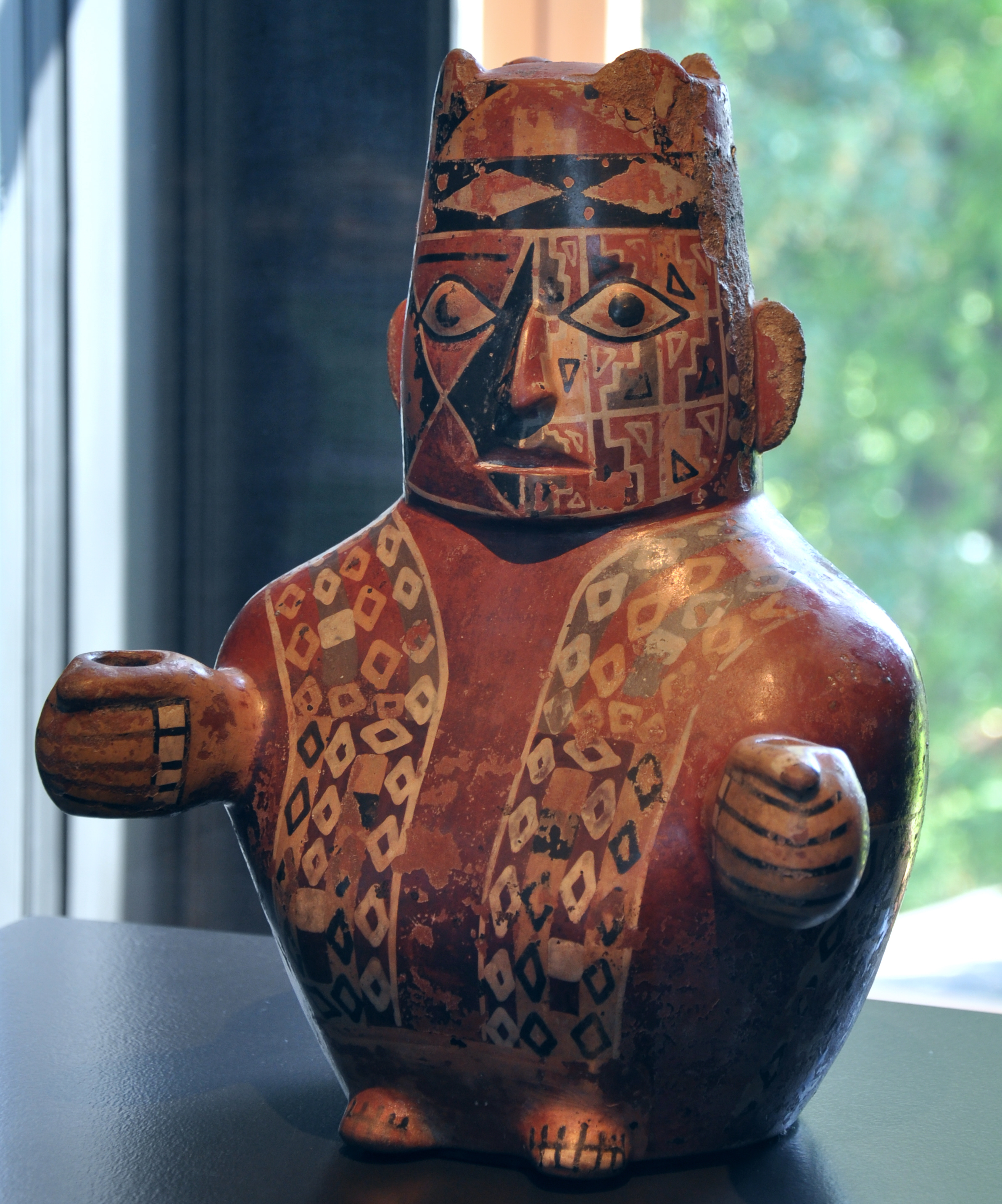
Figurină antropomorfă; a culturii wari; secolele al VII-lea-al X-lea; argilă arsă; din Valea Mantaro; Muzeul Rietberg (Zürich, Elveția)
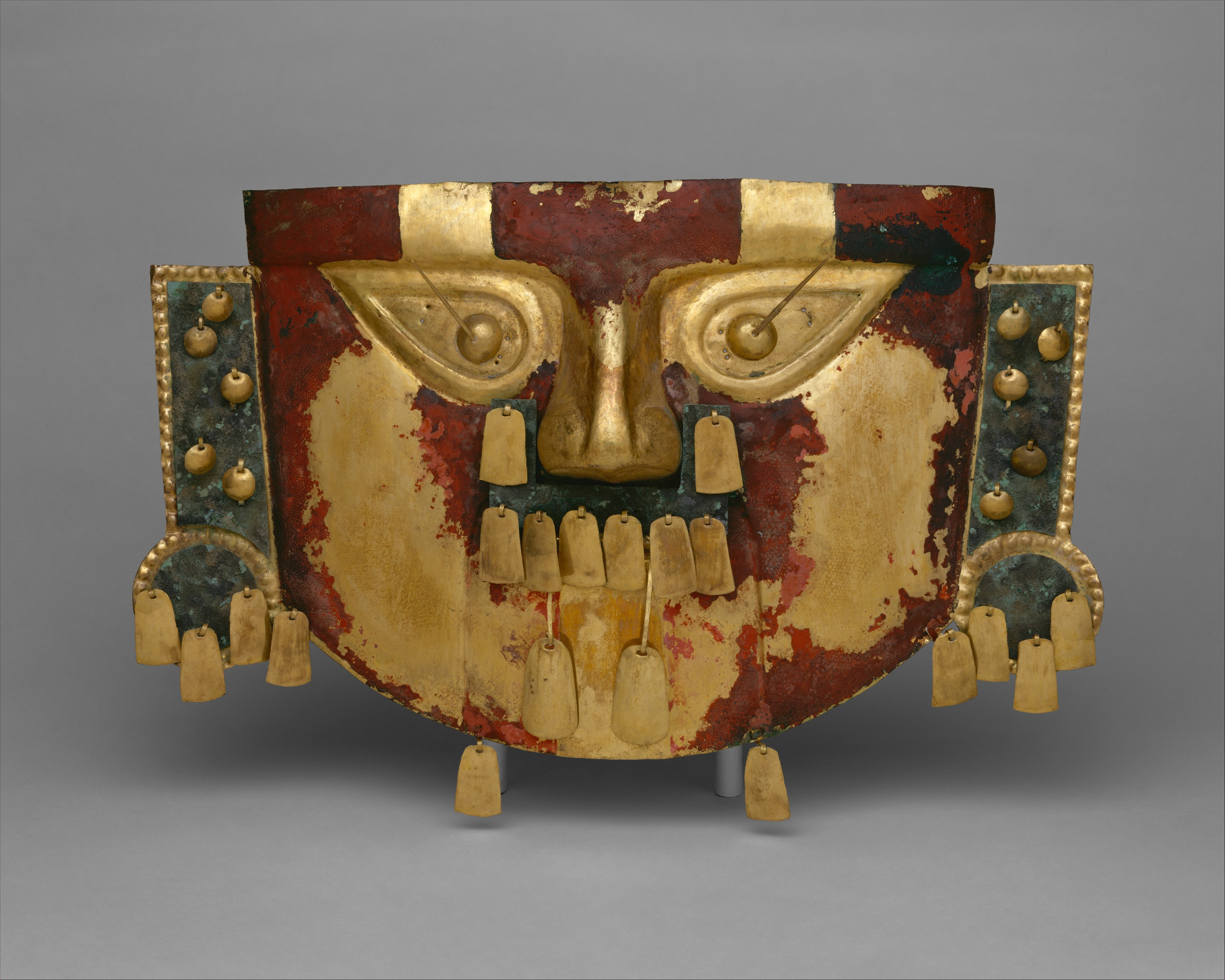
Mască funerară; a culturii sican; 900–1100; aur, argint și cinabru; înălțime: 29,2, lățime: 49,5 cm; Muzeul Metropolitan de Artă (New York City)
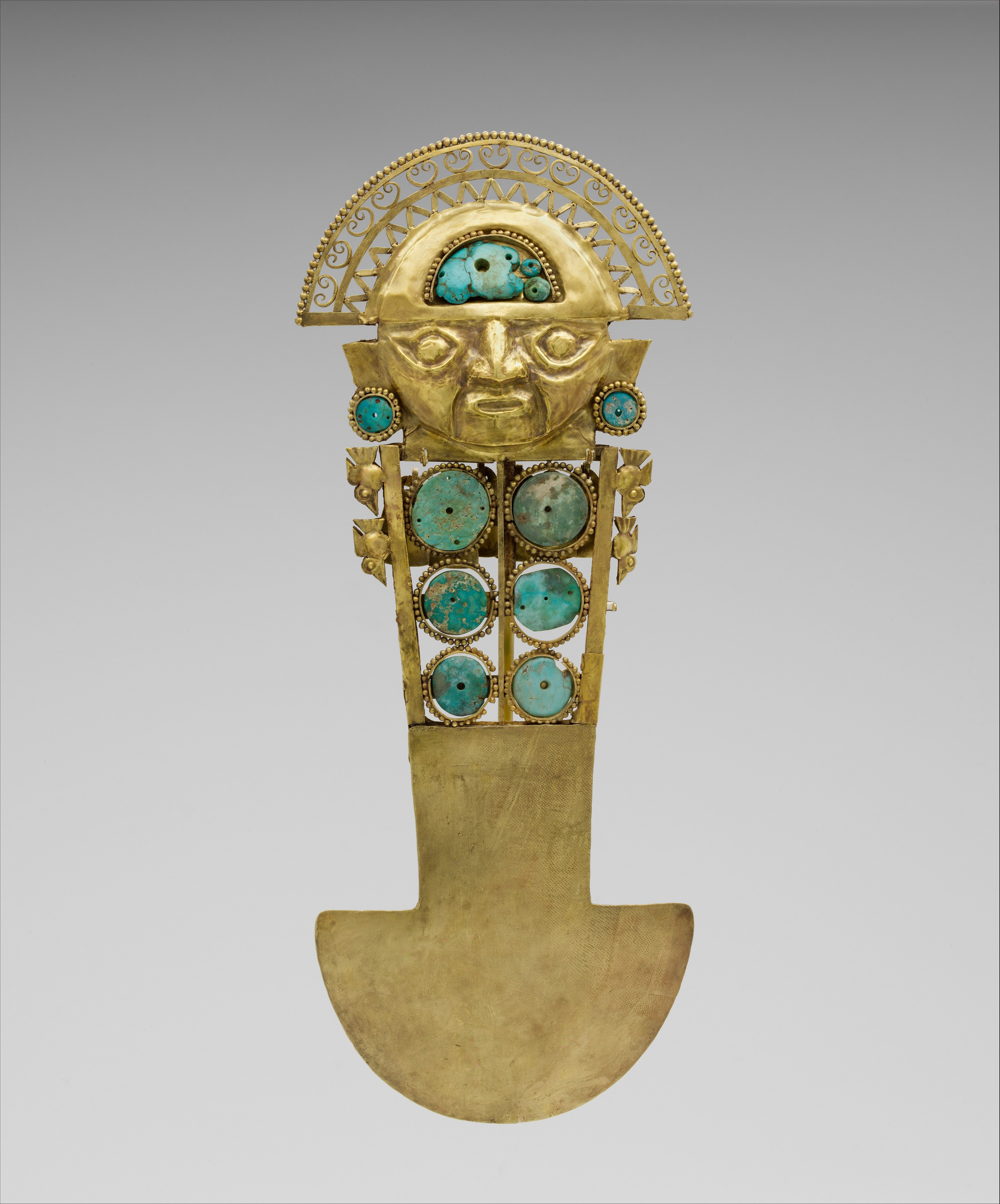
Cuțit ceremonial (tumi); al culturii sican; secolele al X-lea-al XIII-lea; aur, turcoaz, piatră verde și scoici; înălțime: 33 cm; Muzeul Metropolitan de Artă
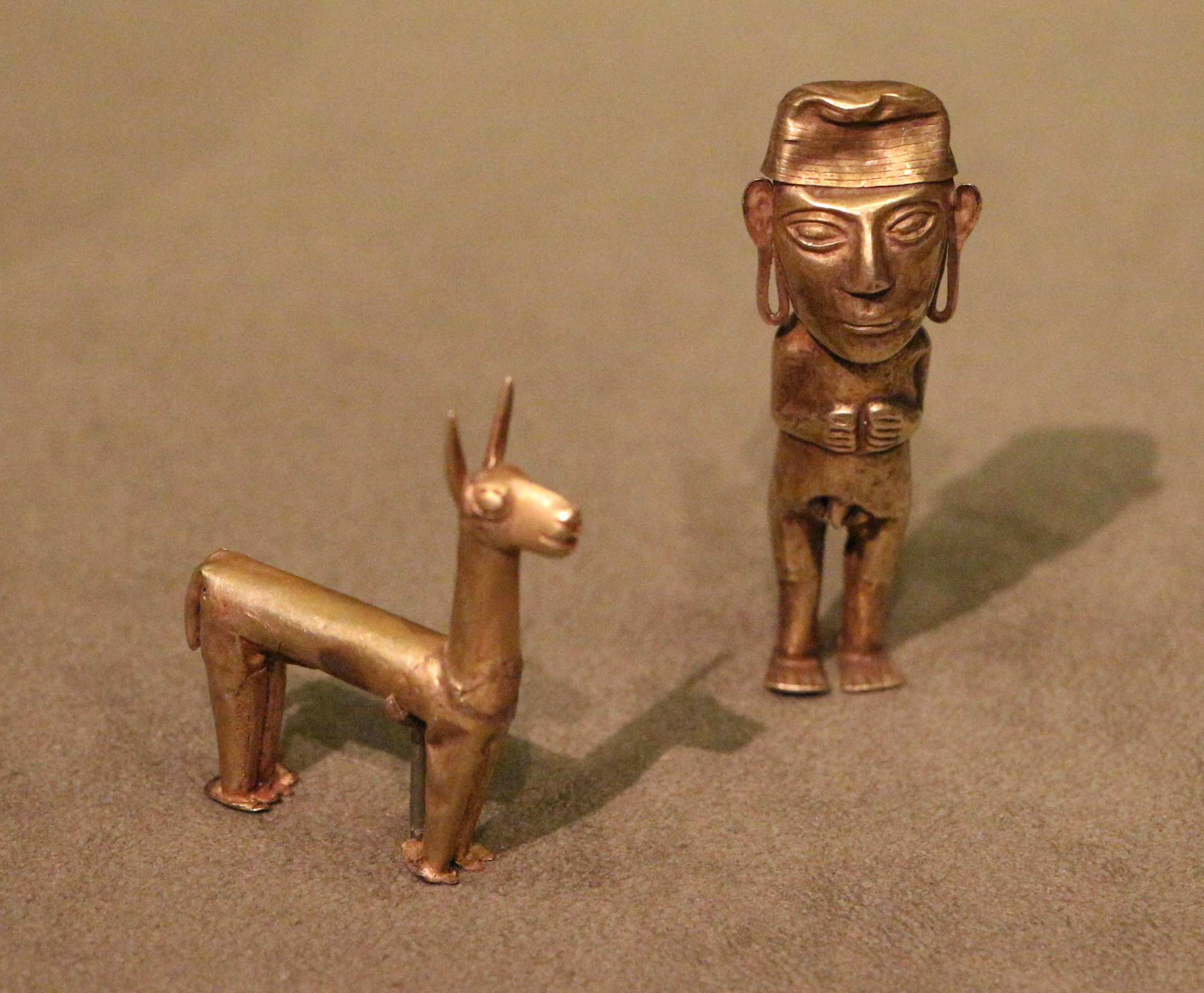
Figurina unui om și a unei lame; ale Imperiului Inca; 1400–1532; aur; Muzeul de Artă din Cleveland (Ohio, SUA)

### Pădurea amazoniană și Insulele Caraibe
Clima tropicală a insulelor Caraibelor și a pădurii tropicale amazoniene nu este favorabilă păstrării artefactelor din lemn și alte materiale. Ceea ce a supraviețuit dezvăluie societăți complexe ai căror oameni au creat artă bogată în sens mitologic și spiritual.
Poporul taino, care ocupa insulele Caraibe la sosirea spaniolilor, era agricultor, a cărui societate era centrată pe șefi ereditari numiți „cacici”. Orașele lor includeau piețe ceremoniale construite într-un mod impresionant, în care se jucau jocuri cu minge și se desfășurau ritualuri religioase, care leagă cultura lor cu cea a mayașilor din Peninsula Yucatán. O mare parte a artei taino a fost asociată cu ritualurile șamanice și religia, inclusiv un ritual în care un șaman sau un cacic intră într-o stare hipnotică prin inhalarea pulberii halucinogenice de cohoba. Sculpturile care-l reprezentă pe zeul creator Yocahu înfățișează adesea o figură masculină nudă în poziție ghemuită, cu o farfurie ușor concavă deasupra capului, în care e ținută pulberea de cohoba. Alte figuri (întotdeauna de sex masculin) stau rigid frontal, își afișează ostentativ organele genitale. Scopul ritualurilor ăstora era comunicarea cu strămoșii și lumea spiritelor. Șefii și șamanii (adesea aceeași persoană) intervin uneori cu ființe spirituale dintr-un scaun sculptat sau „duho”.
Între timp, cultura marajoara a înflorit pe insula Marajó, la gura fluviului Amazon, în Brazilia. Arheologii au găsit ceramică sofisticată în săpăturile lor de pe insulă. Piesele sunt mari, pictate și incizate cu reprezentări ale unor plante și animale. Ele au oferit primele dovezi că în insula Marajó a existat o societate complexă. Ceramica pe care au ne-au lăsat-o este decorată cu linii de abastractă și spirale, ceea ce sugerează că probabil consumau plante halucinogene. Cultura marajoara producea mai multe tipuri de vase, inclusiv urne, sticle, cupe, boluri și farfurii.

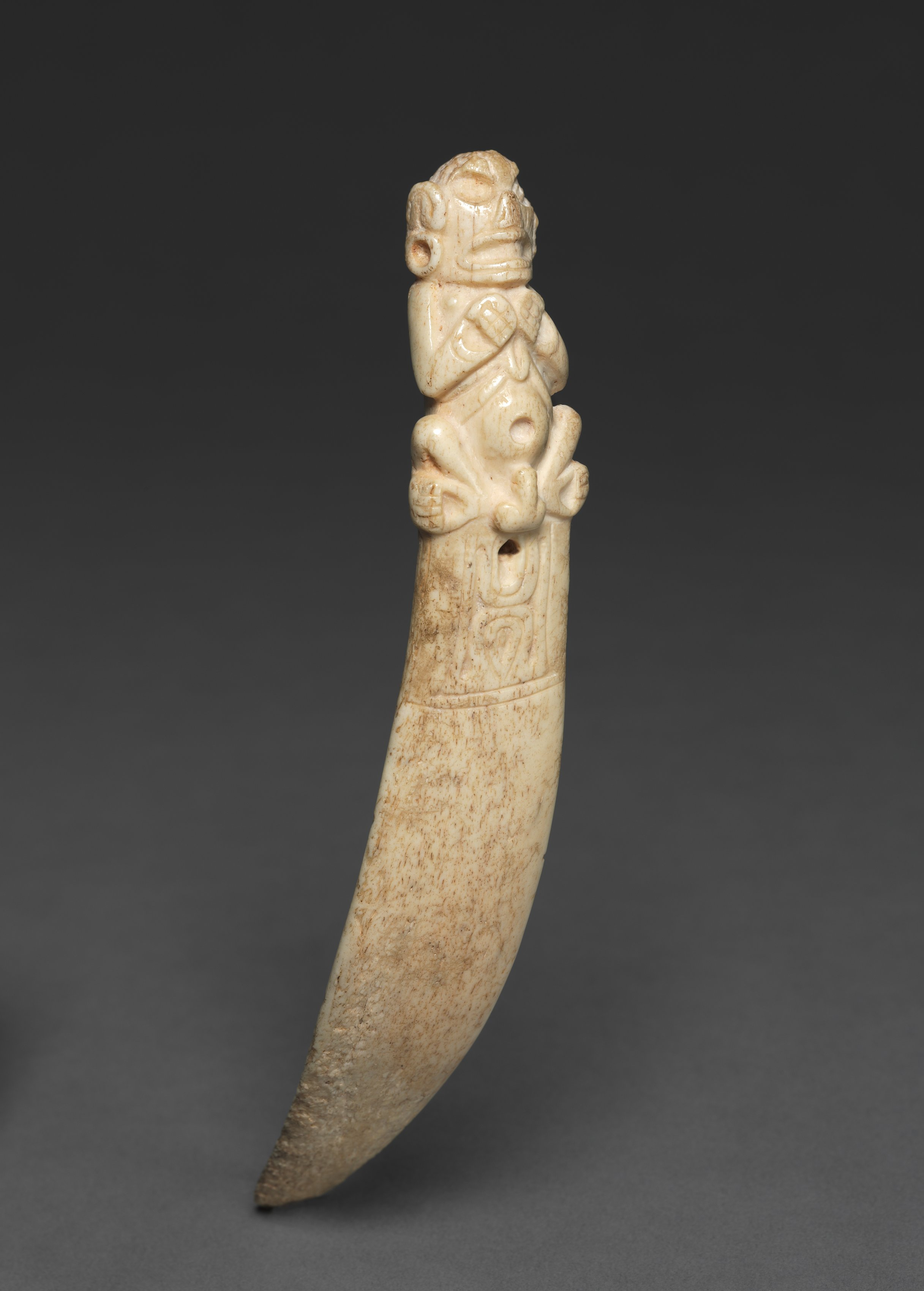
Spatulă; secolele al X-lea-al XV-lea; os de lamantin; per andamblu: 19,1 x 3,2 x 11 cm; Muzeul de Artă din Cleveland (Ohio, SUA)
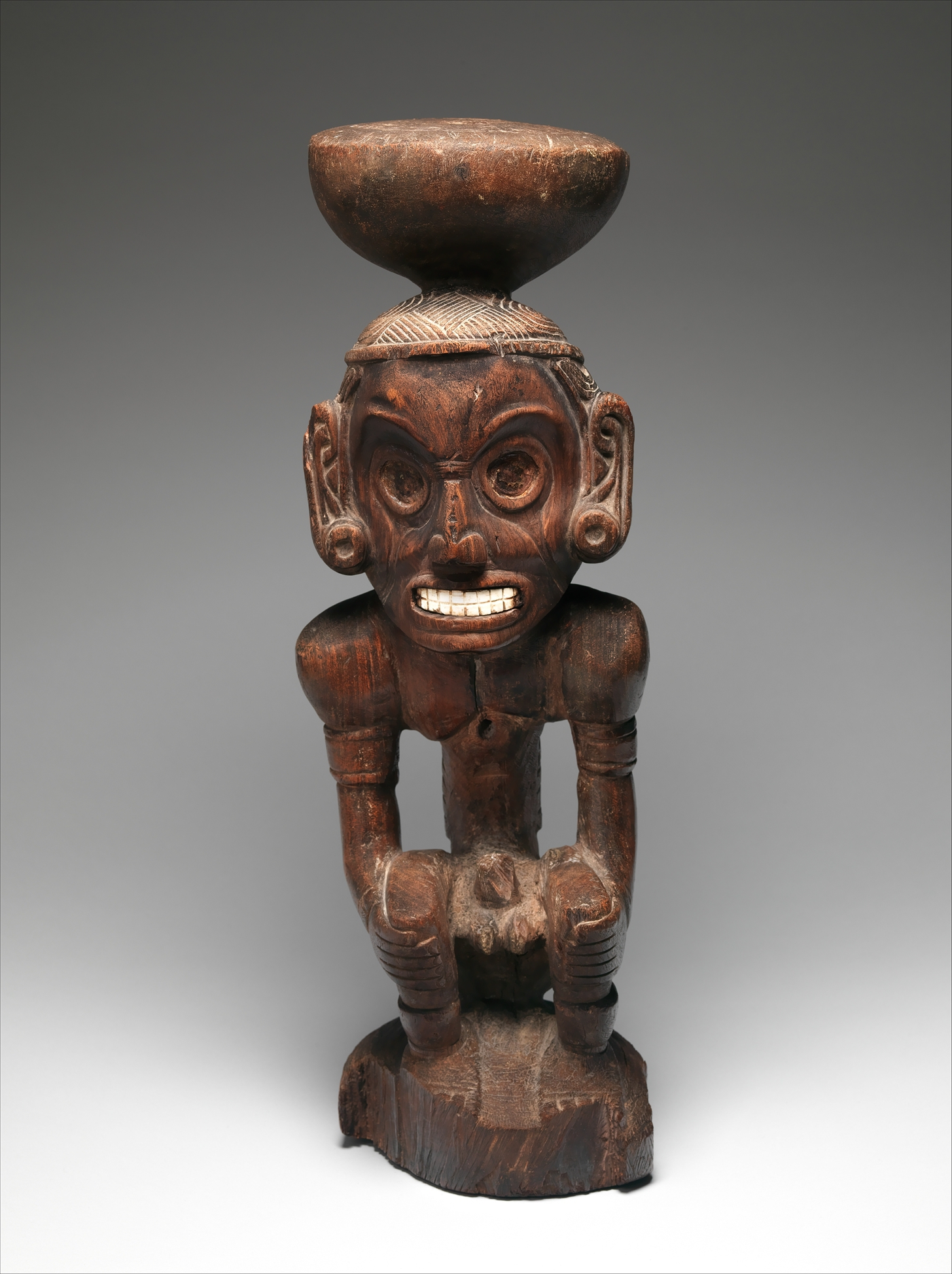
Figurina taino a unei zeități (zemi); secolele al XV-lea al XVI-lea; lemn și scoici; probabil din Republica Dominicană; Muzeul Metropolitan de Artă (New York City)
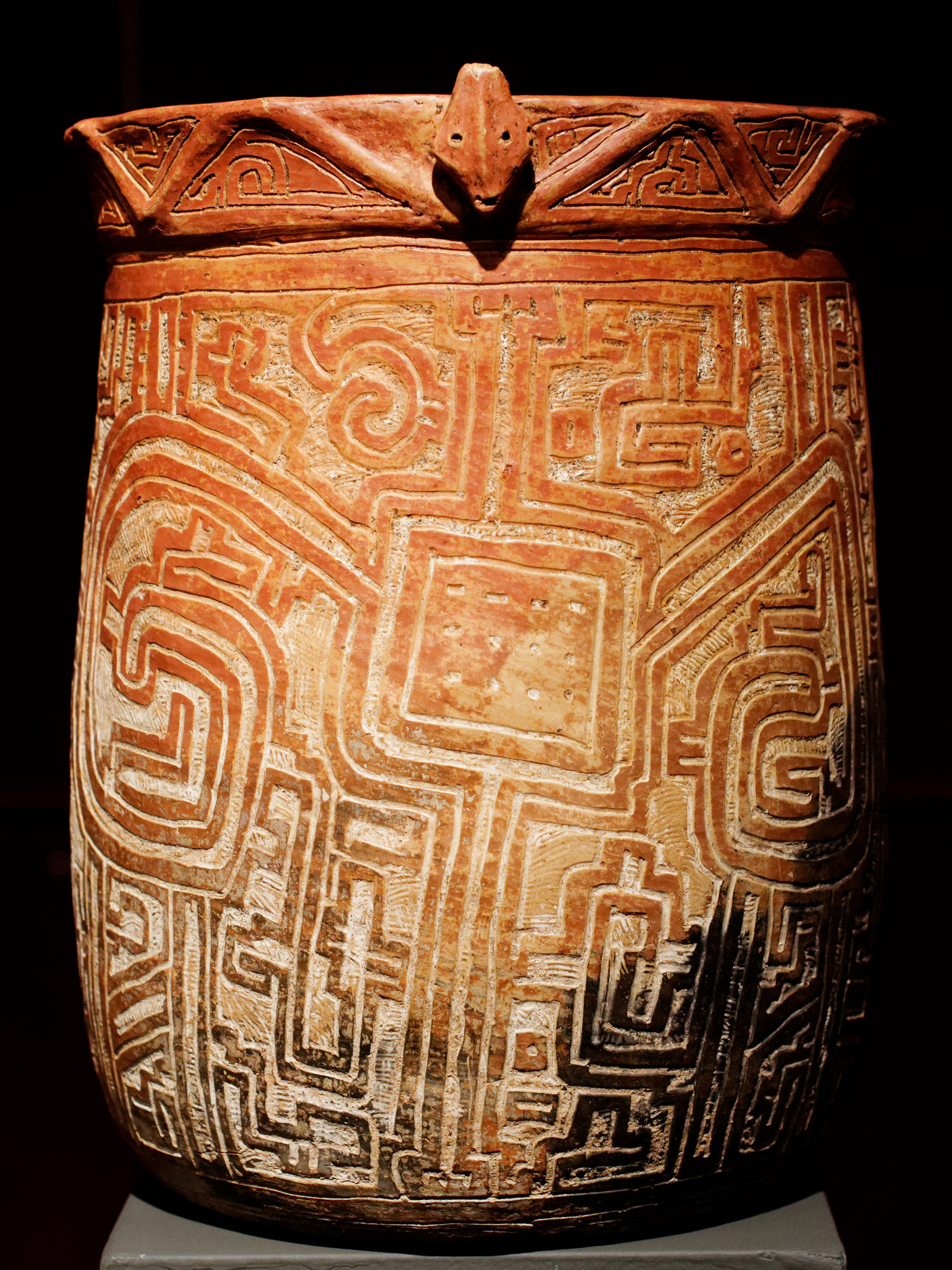
Vas cilindric marajoara; 400–1000; ceramică pictată; înălțime: 38,5 cm; din Insula Marajó (Brazilia)
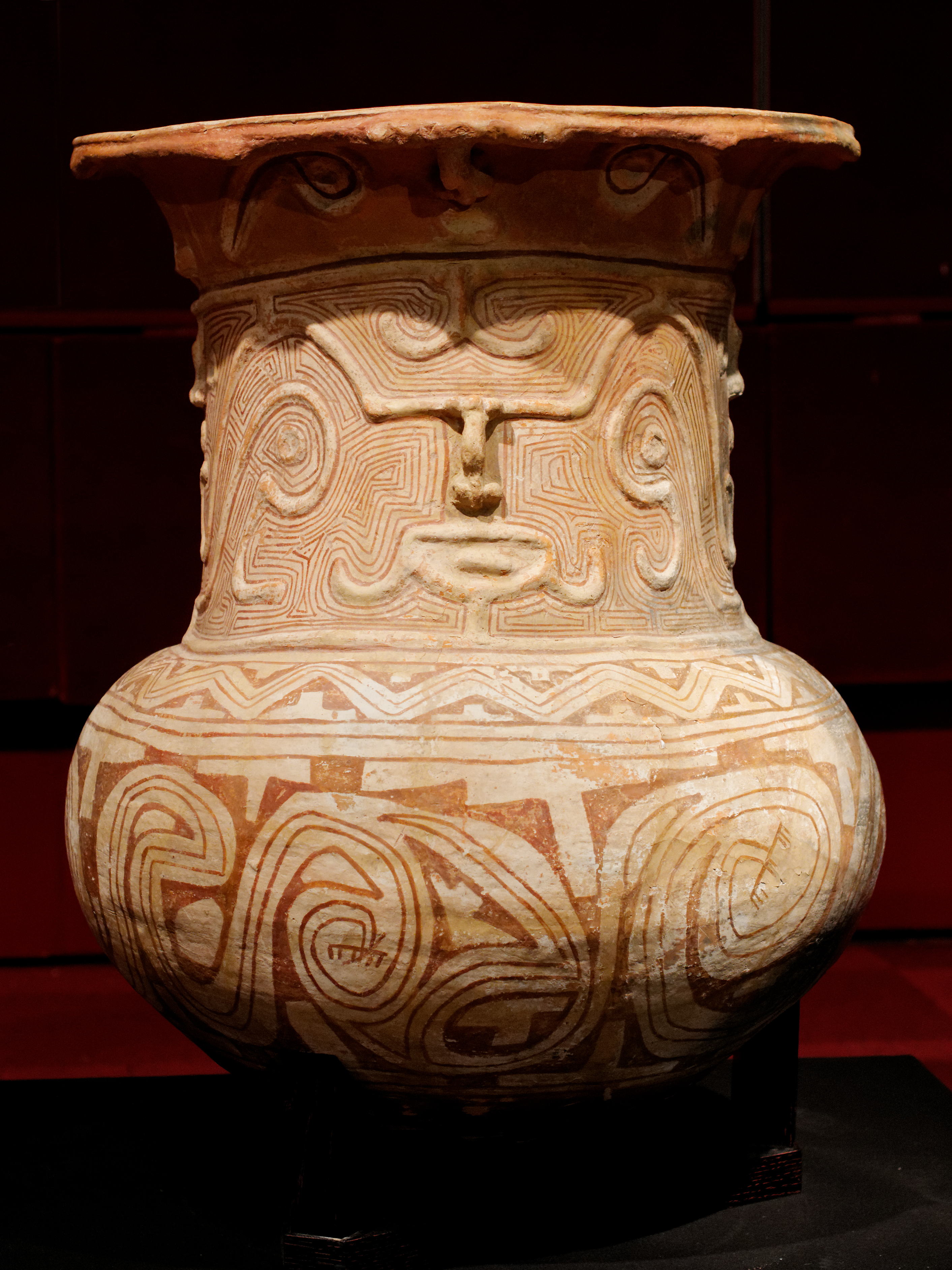
Vas funerar mare; 400–1400; ceramică pictată; înălțime: 89 cm; din Insula Marajó

### Statele Unite și Canada
Cel mai cunoscut stil nativ american din Statele Unite și Canada e cel al Coastei de Nord-Vest, cunoscut pentru totemurile sale și combinațiile de culori.
Arta haida, tlingit, heiltsuk, tsimshian și a altor triburi mai mici care trăiesc în zonele de coastă ale statelor Washington, Oregon și Columbia Britanică, se caracterizează printr-un vocabular stilistic complex, exprimat în principal în domeniul sculptării în lemn. Exemple celebre includ totemuri, măști de transformare și canoe. Pe lângă operele din lemn, pictura și bijuteriile gravate cu argint, aur și cupru au devenit importante după contactul cu europenii.

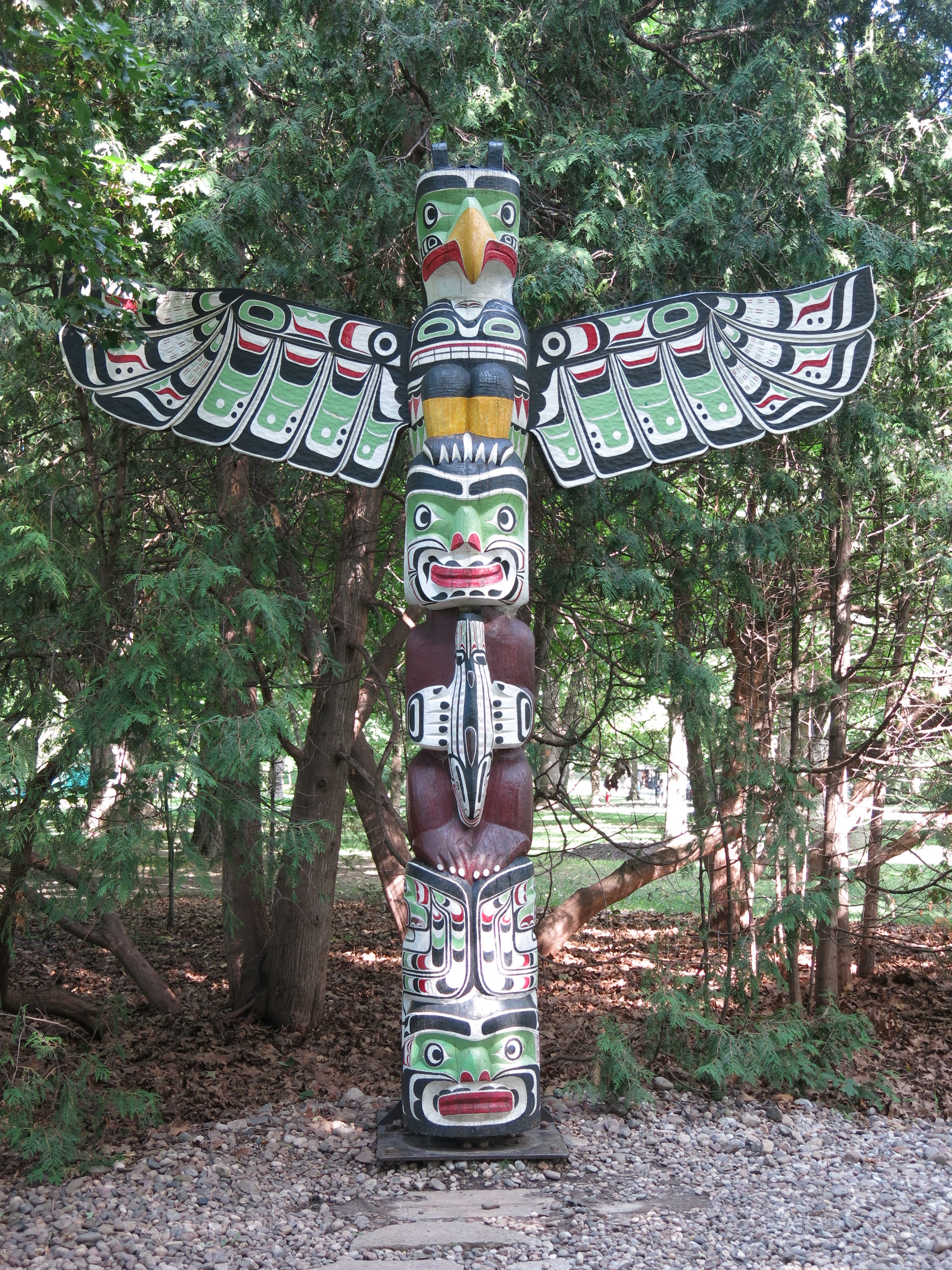
Totem kwakwaka'wakw în Ottawa (Canada)
Bol mogollon cu un design geometric și o antilopă în centru; 1000–1150; ceramică; diametru: 31,2 cm, per ansamblu: 12,5 x 32 cm; Muzeul de Artă din Cleveland (Ohio, SUA)
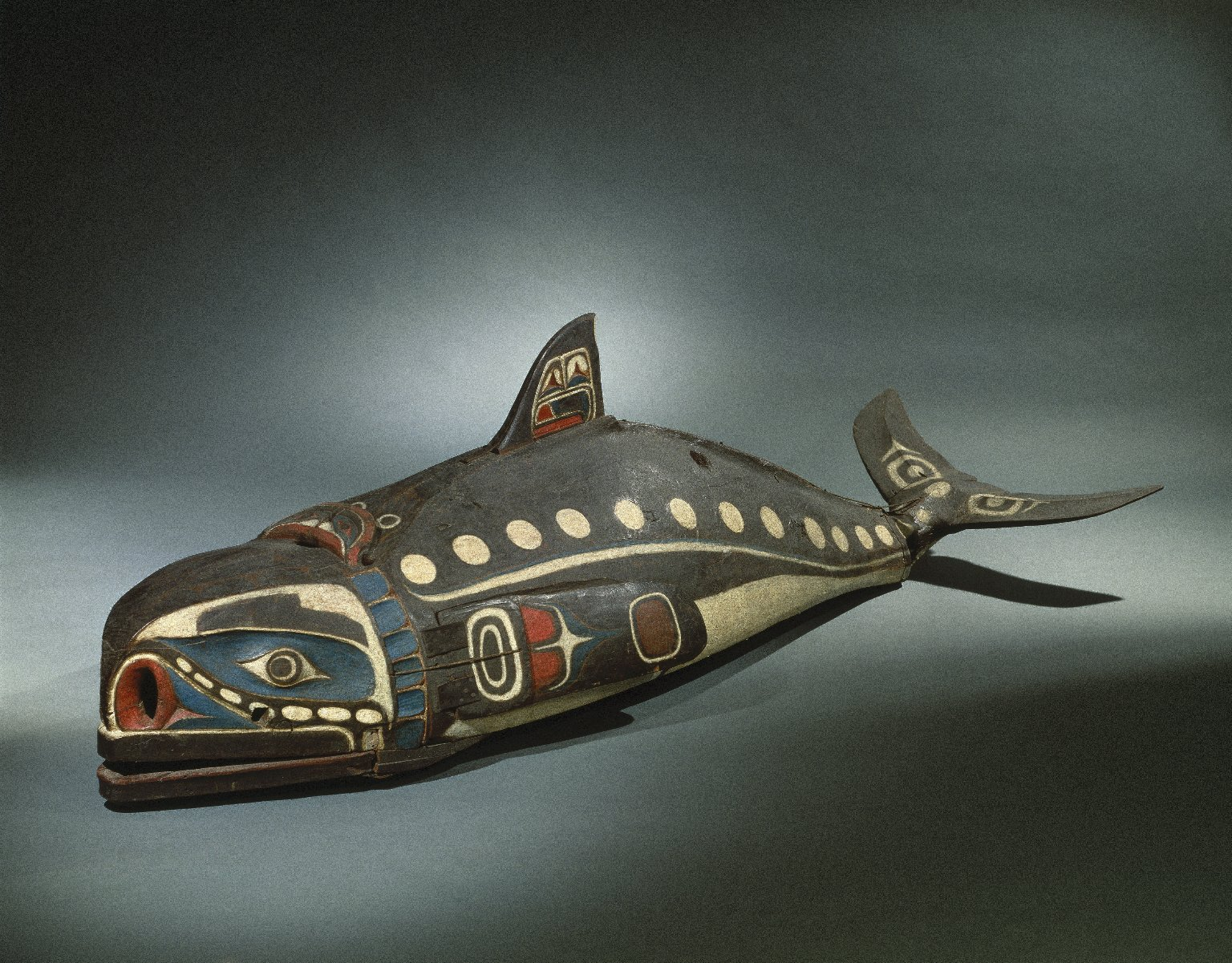
Figurină kwakwaka'wakw a unei balene; secolul al XIX-lea; lemn de cedru, codron de bumbac, cuie și pigment; 60 x 72,4 x 206 cm; Muzeul Brooklyn (New York City)
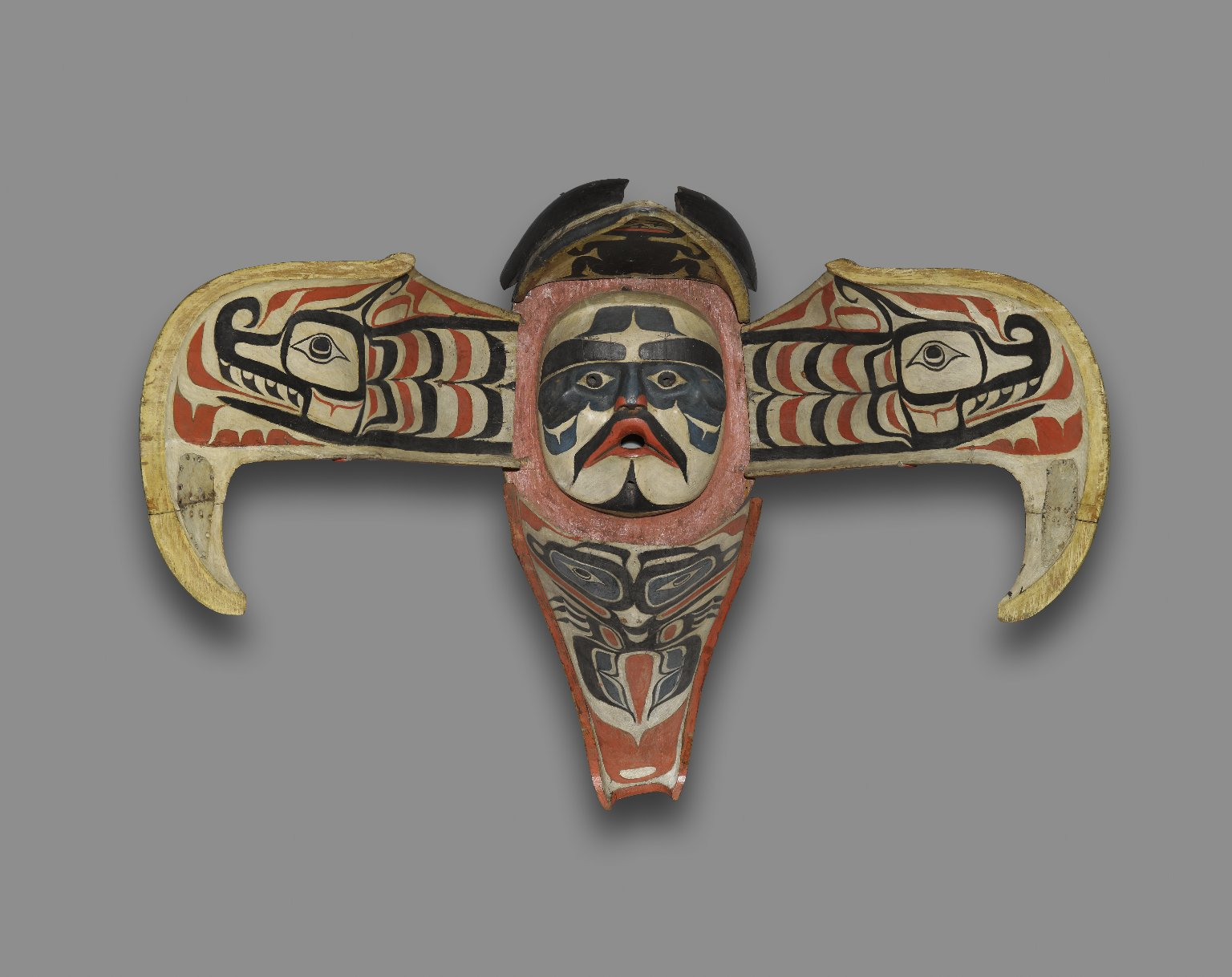
Mască de transformare; secolul al XIX-lea;. cedru, pigment, piele, cuie și piele de metal; 121,9 x 180,3 x 38,1 cm; Muzeul Brooklyn
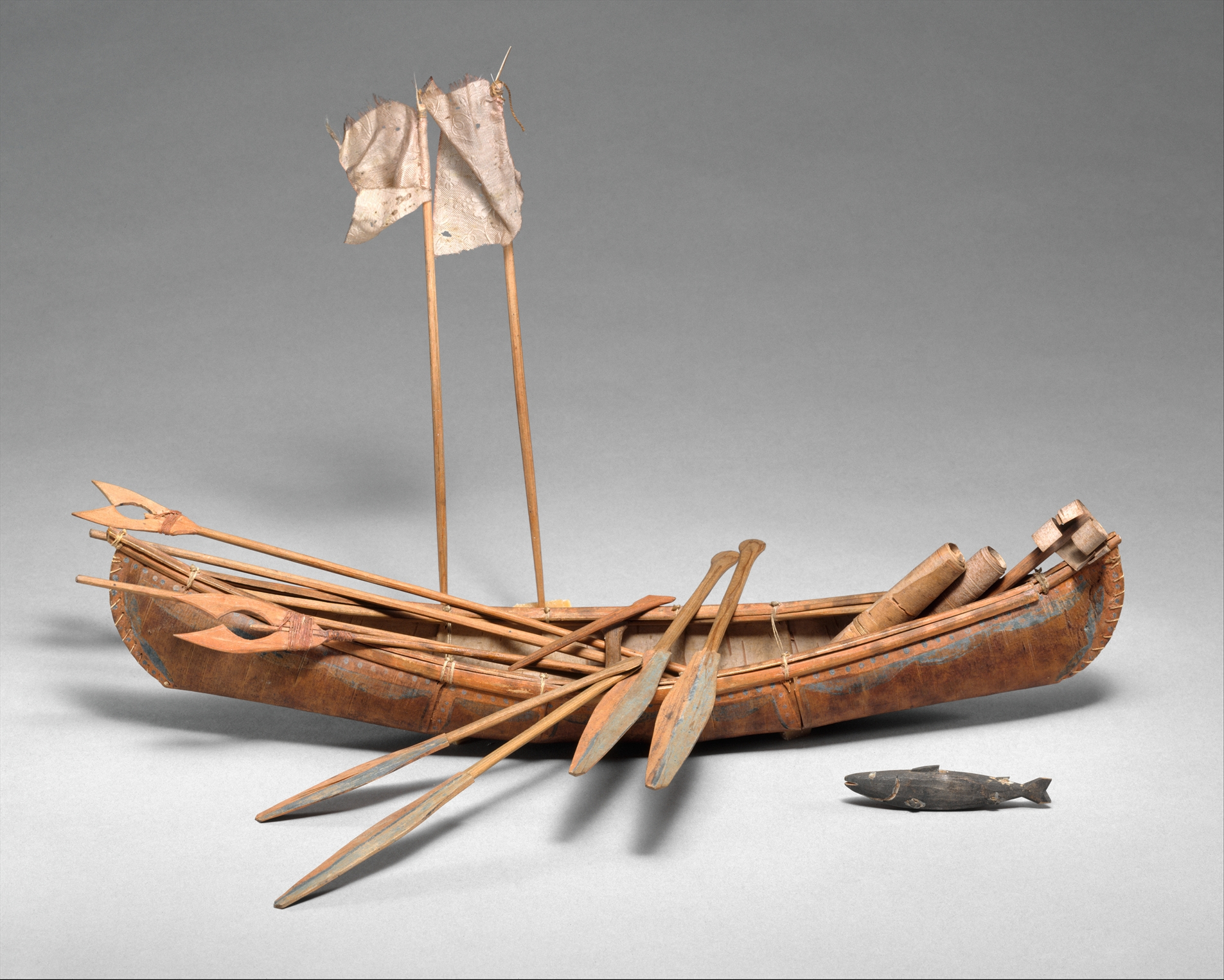
Miniatură de canoe; înăinte de 1845; coaja de mesteacăn, lemn, fibre de plante și mătase; înălțime: 6,4 cm, lățime: 8,3 cm, lungime: 40,6 cm; Muzeul Metropolitan de Artă (New York City)
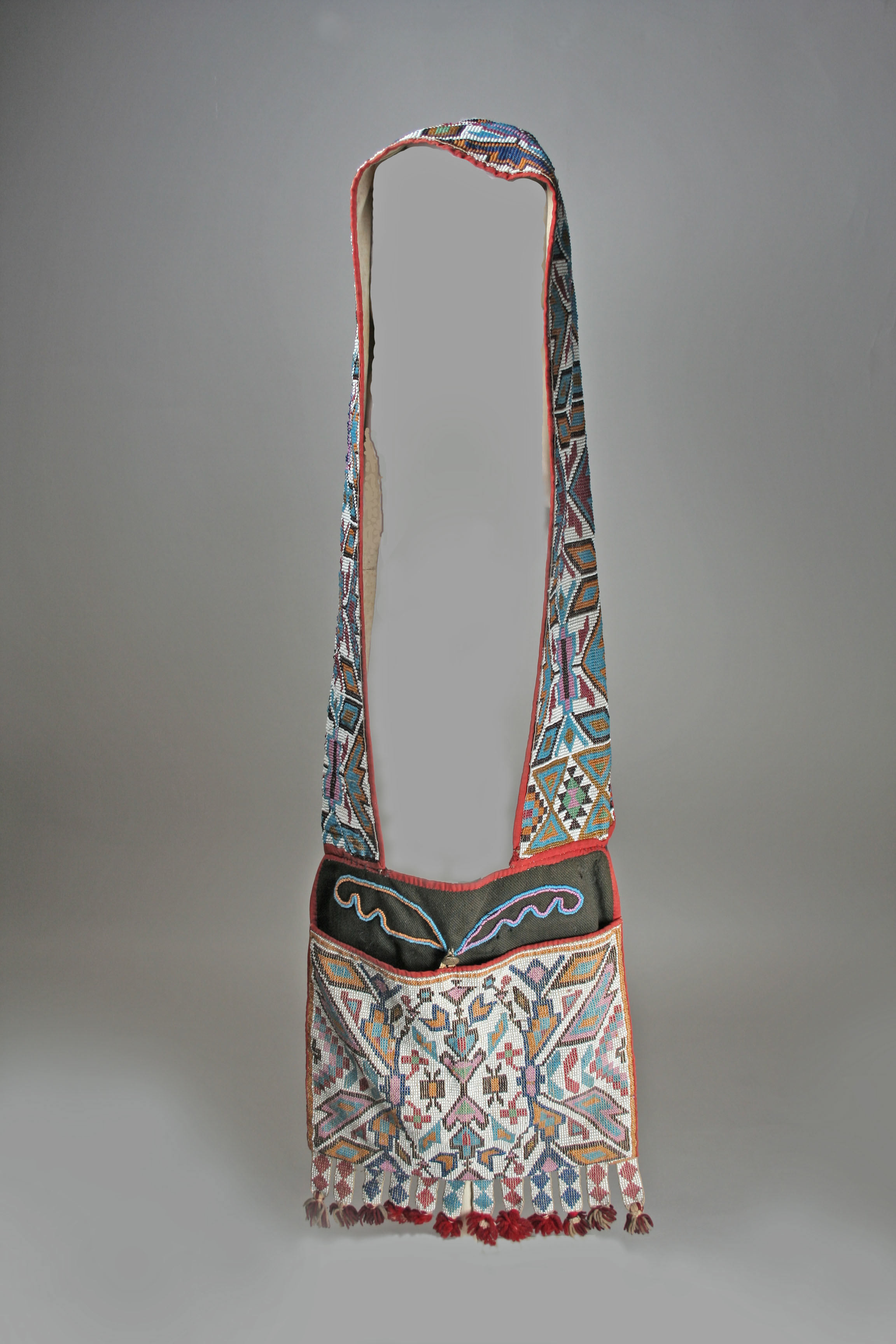
Gentuță; anii 1880; stofă de lână și bumbac, fire de lână, sticlă și metal; înălțime: 87,6 cm, lățime: 30,5 cm; Muzeul Metropolitan de Artă
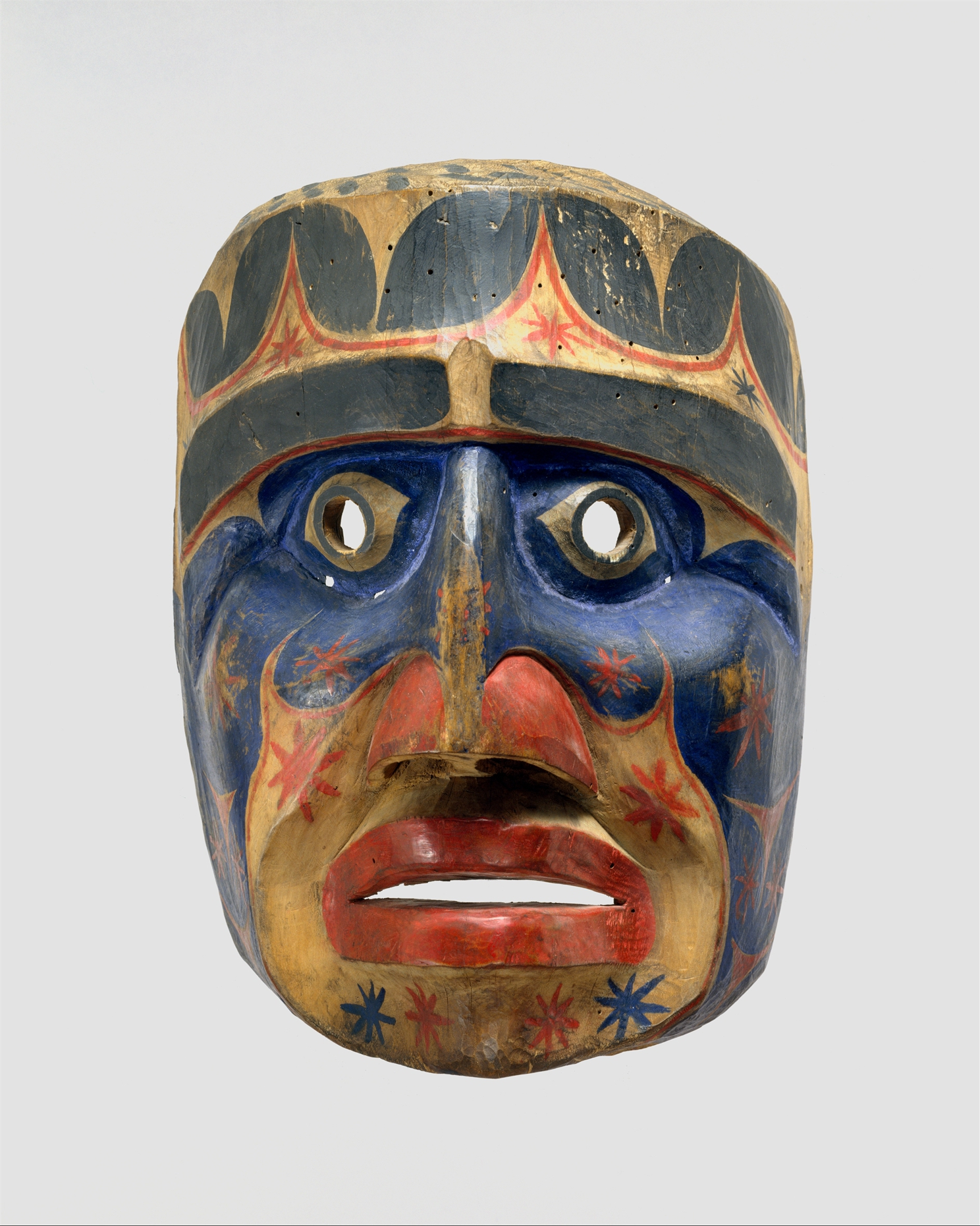
Mască komokwa; 1880–1890; lemn și pigment; înălțime: 38,1 cm, lățime: 30,5 cm; Muzeul Metropolitan de Artă
Zornăitor; începutul anilor 1900; lemn și pigment; per ansamblu: 31,8 x 9,3 x 11,2 cm; Muzeul de Artă din Cleveland

### Inuiții
Arta inuită cuprinde operele de artă produse de inuiți, adică oamenii din zona arctică, cunoscuți anterior sub numele de eschimoși. Din punct de vedere istoric, materialul lor preferat a fost fildeșul de morsă, dar de la înființarea piețelor sudice pentru arta inuită în 1945, imprimeurile și oprele figurative sculptate în piatră relativ moale, cum ar fi steatitul, serpentinitul sau argilitul au devenit de asemenea populare. Gama de culori este rece, cele mai întâlnite fiind: negrul, maroul, griul, albul și albastrul grizat.
Galeria de Artă din Winnipeg are o mare colecție publică de artă inuită contemporană. În 2007, Muzeul de Artă Inuită a fost deschis în Toronto, dar a fost închis din cauza lipsei de resurse în 2016.

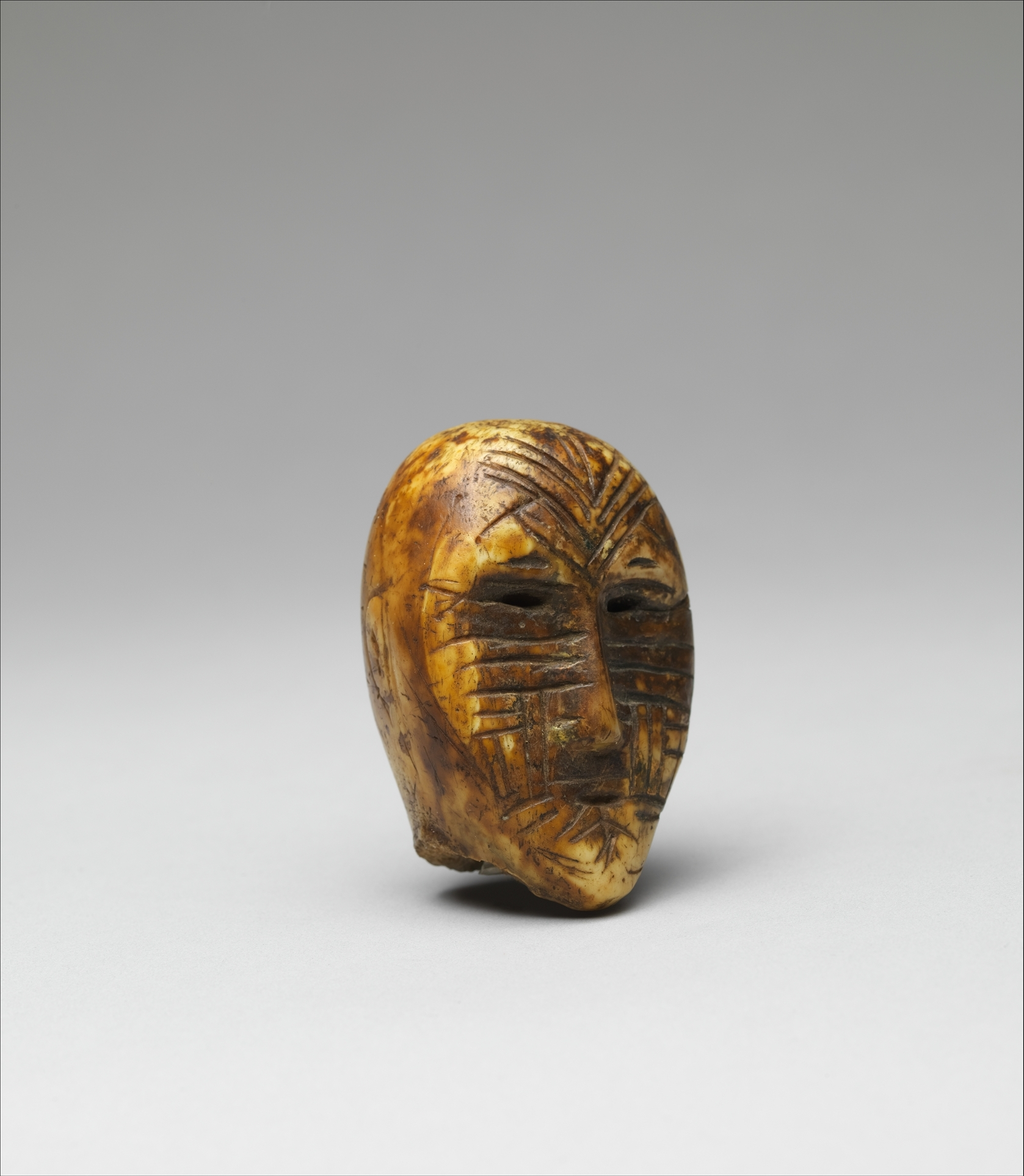
Cap; circa secolele al II-lea-al IV-lea; fildeș de morsă; înălțime: 6,35 cm; Muzeul Metropolitan de Artă (New York City)
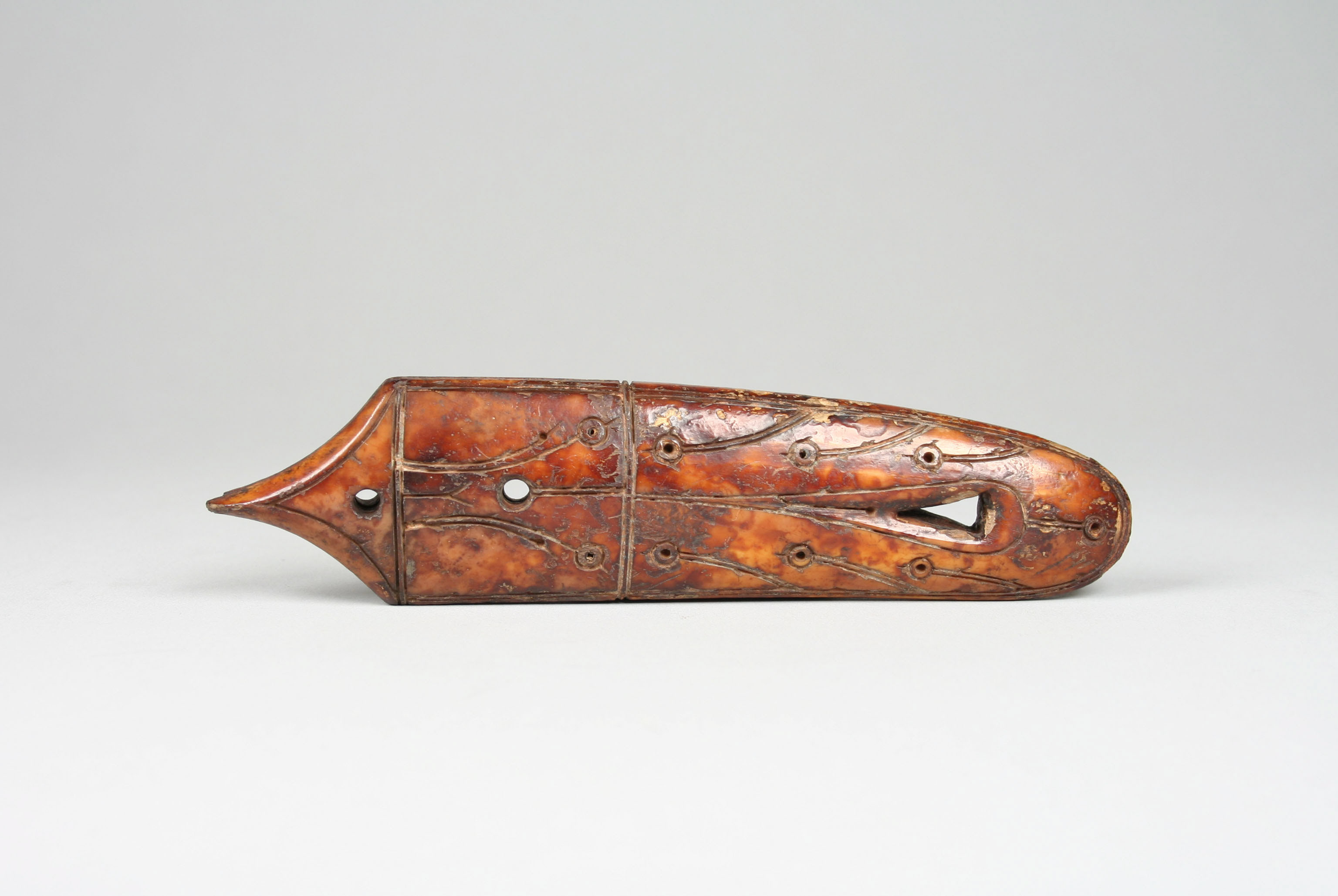
Mâner punuk de cuțit; circa secolele al XI-lea-al XII-lea; fildeș de morsă; înălțime: 3,2 cm, lungime: 14 cm; Muzeul Metropolitan de Artă
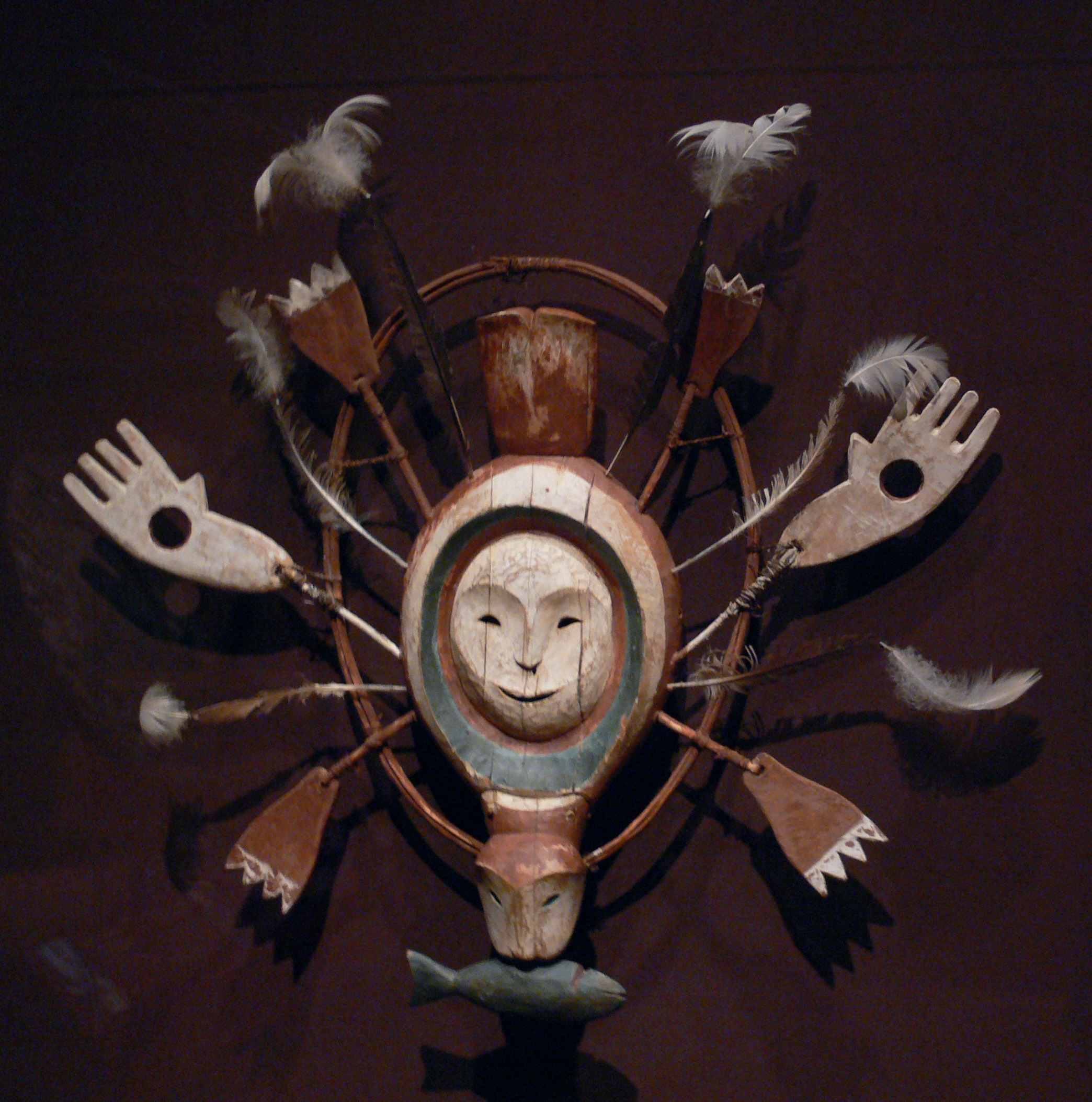
Mască yupik; secolul al XIX-lea târziu; lemn, vopsea, cordon intestinal și pene; Muzeul de Artă din Dallas (Dallas, Texas, SUA)
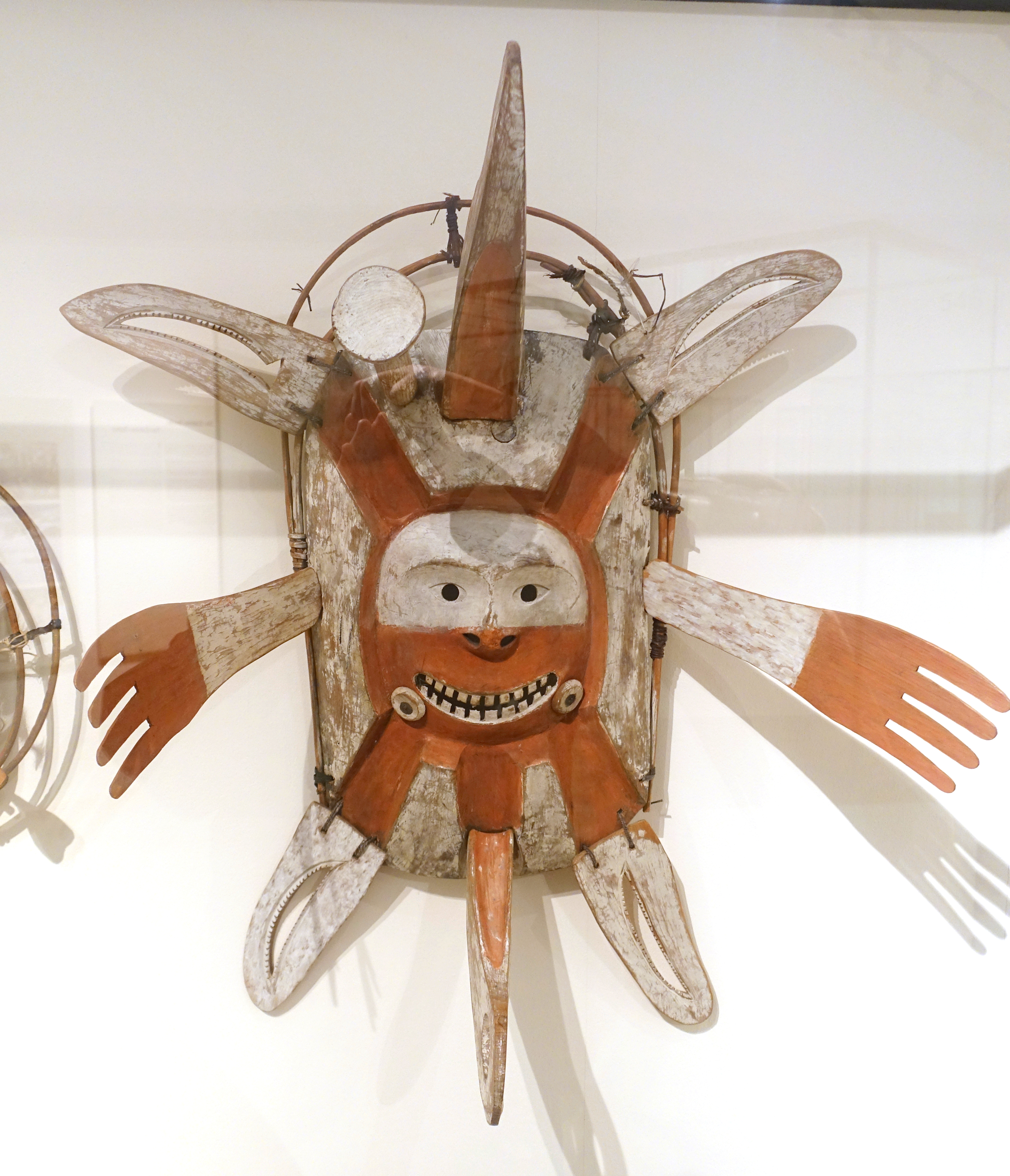
Mască yupik de șaman; 1883; Muzeul Etnologic din Berlin (Germania)

## Asia
Civilizația orientală include în mare parte Asia, și e, de asemenea, o tradiție complexă de a face artă. O abordare a istoriei artei orientale împarte zona după națiune, cu secțiuni despre arta indiană, cea chineză și cea japoneză. Datorită dimensiunii continentului, poate să fie văzută clar distincția dintre Asia de Est și Asia de Sud în contextul artelor. În cea mai mare parte a Asiei, ceramica e o formă de artă predominantă. Ceramica e des decorată cu modele geometrice sau reprezentări abstracte ale unor animale, oameni sau plante. Alte forme de artă foarte răspândite au fost și sunt și sculptura și pictura.

### Asia Centrală
Arta Asiei Centrale antice și medievale reflectă istoria bogată a acestei zone vaste, adăpostind o mare varietate de popoare, religii și moduri de a trăi. Resturile artistice ale regiunii prezintă o combinație remarcabilă de influențe care exemplifică natura multiculturală a societății central-asiatice.
De la sfârșitul celui de-al II-lea mileniu î.Hr. și până de curând, pajiștile din Asia Centrală - care se întind din Marea Caspică până în China centrală și din sudul Rusiei până în nordul Indiei - au fost găzduite de efectivele migratoare care practicau economii mixte pe marginea societăților sedentare. Asia Centrală a fost întotdeauna o răscruce de schimb cultural, punctul central al așa-numitului Drum al Mătăsii - acel sistem complex de rute comerciale care se întind din China spre Mediterană. Deja din Epoca Bronzului (mileniile al III-lea și al II-lea î.Hr.), așezările în creștere au făcut parte dintr-o rețea extinsă de comerț care leagă Asia Centrală de Valea Indului, Mesopotamia și Egipt.

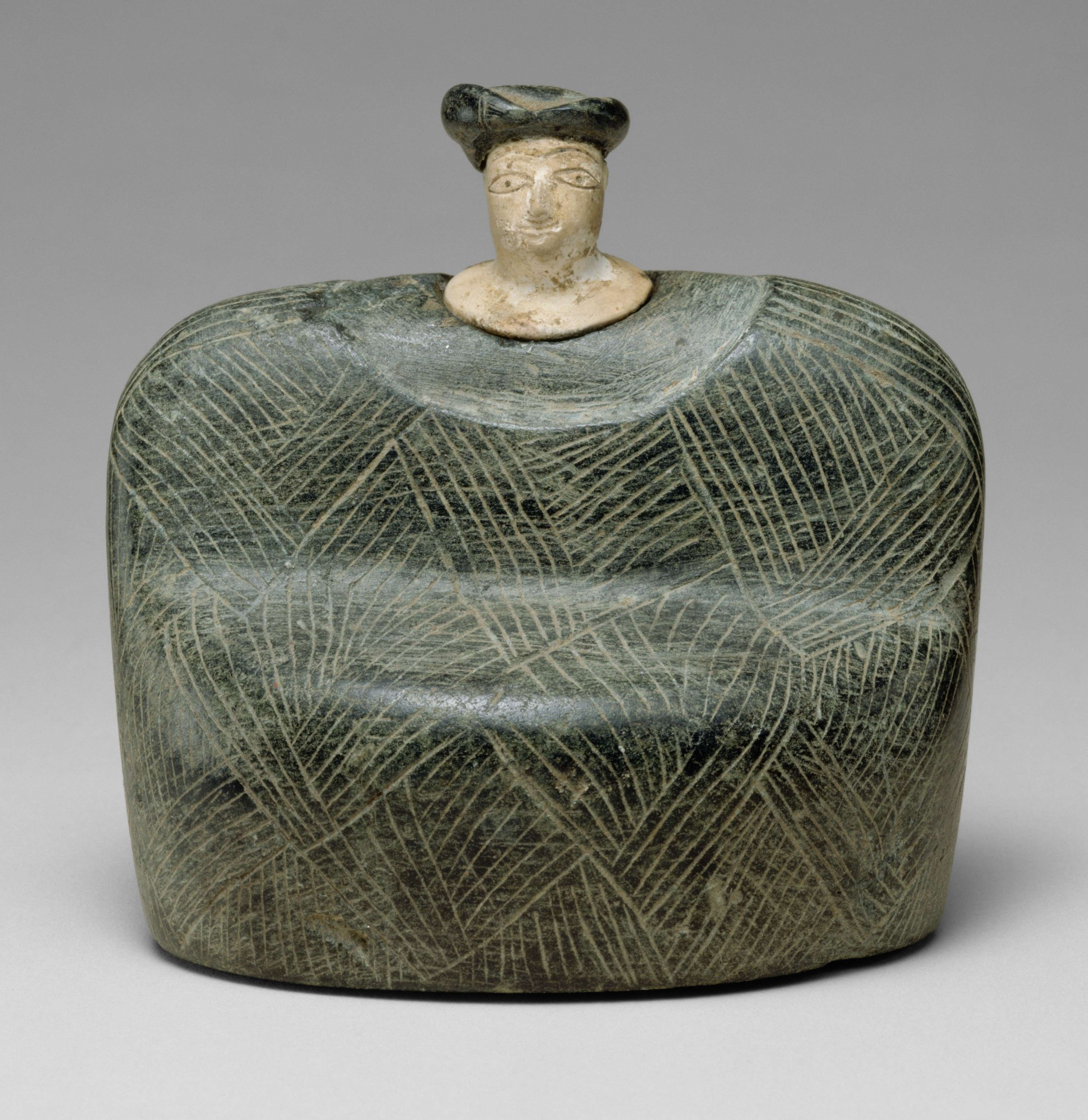
Statută feminină, un exemplu de „prințesă bactriană”; mileniul al III-lea târziu-mileniul al II-lea timpuriu î.Hr.; steatit sau clorit și alabastru; 9 × 9,4 cm; Muzeul Metropolitan de Artă (New York City)
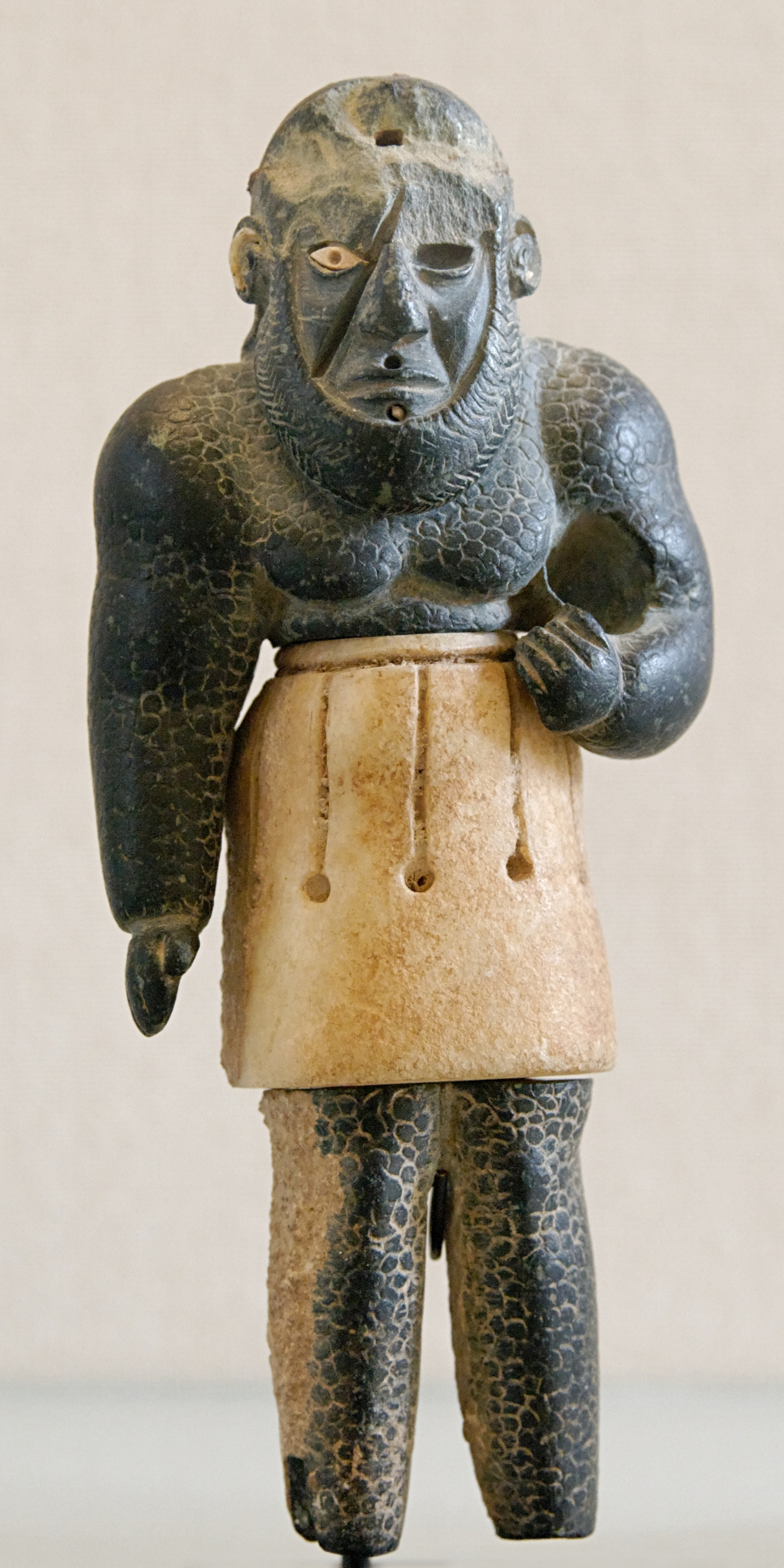
Figurină antropomorfă; 2200-1700 î.Hr.; clorit, calcit, fier meteoric și scoici; înălțime: 12 cm; Luvru
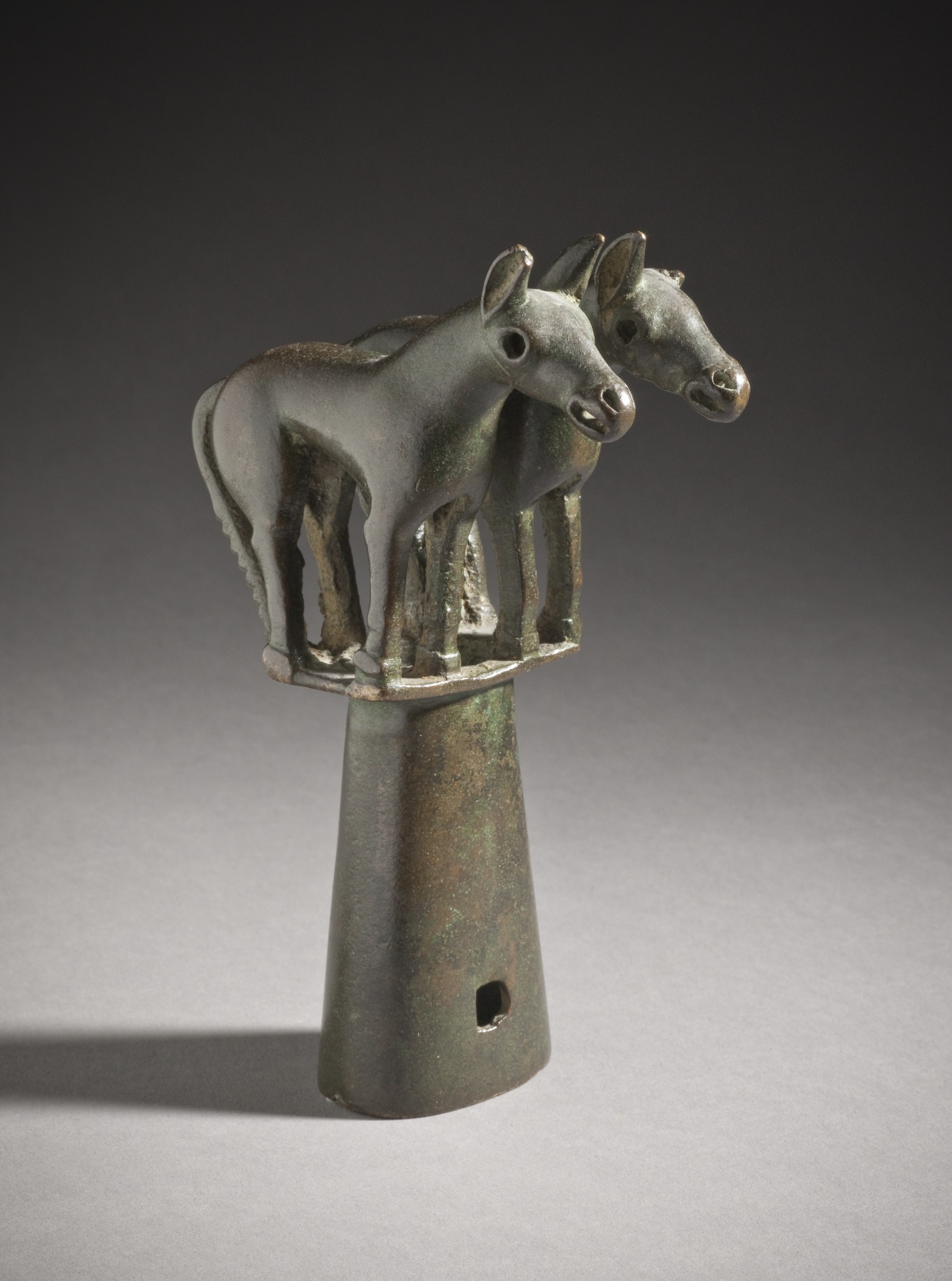
Vârf (kulan); secolele al VI-lea-al V-lea î.Hr.; bronz; 14,5 x 9 cm; Muzeul de Artă al Comitatului Los Angeles (SUA)
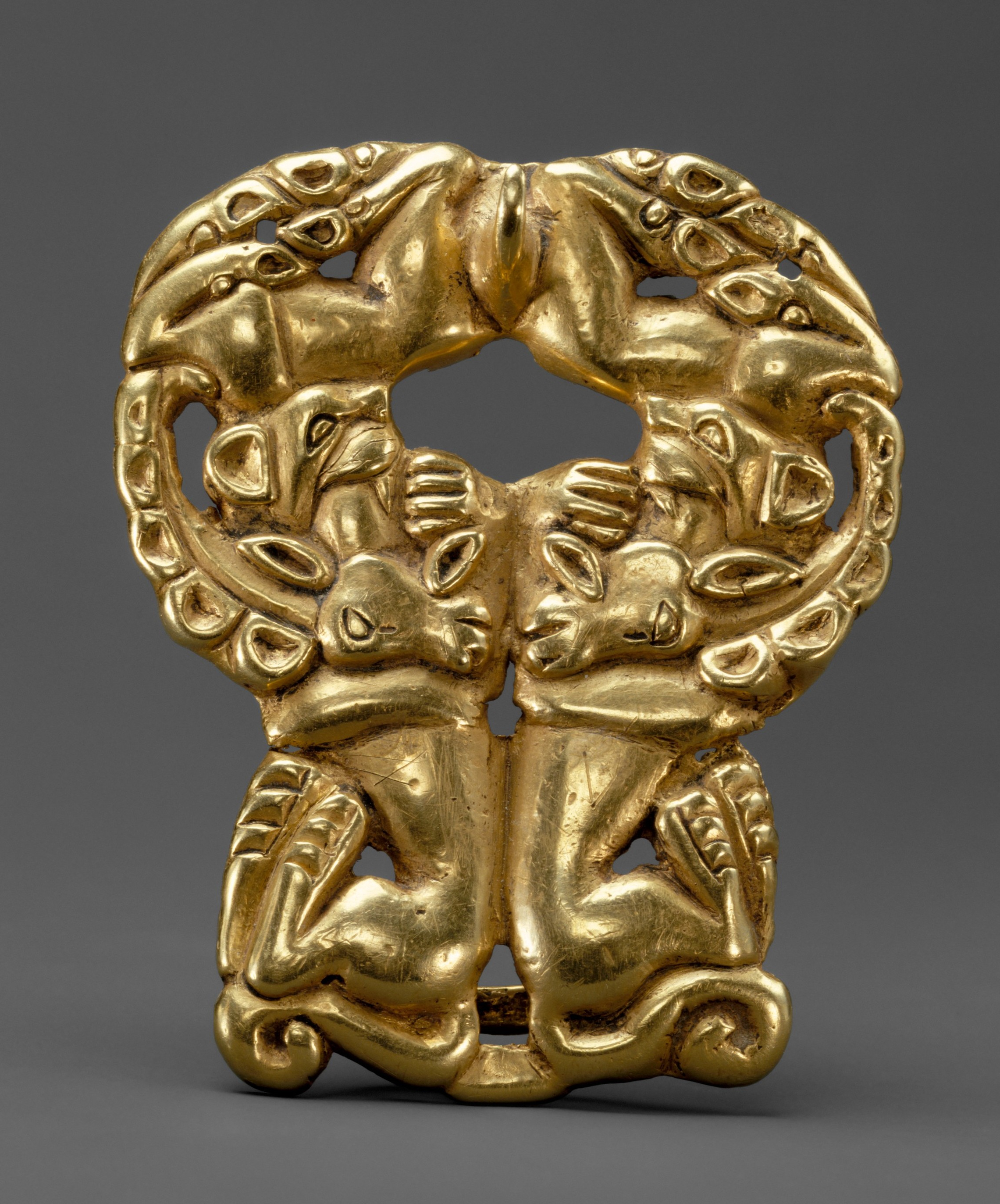
Cataramă de centură; secolele al III-lea-I î.Hr.; aur; lungime: 7,9 cm; Muzeul Metropolitan de Artă
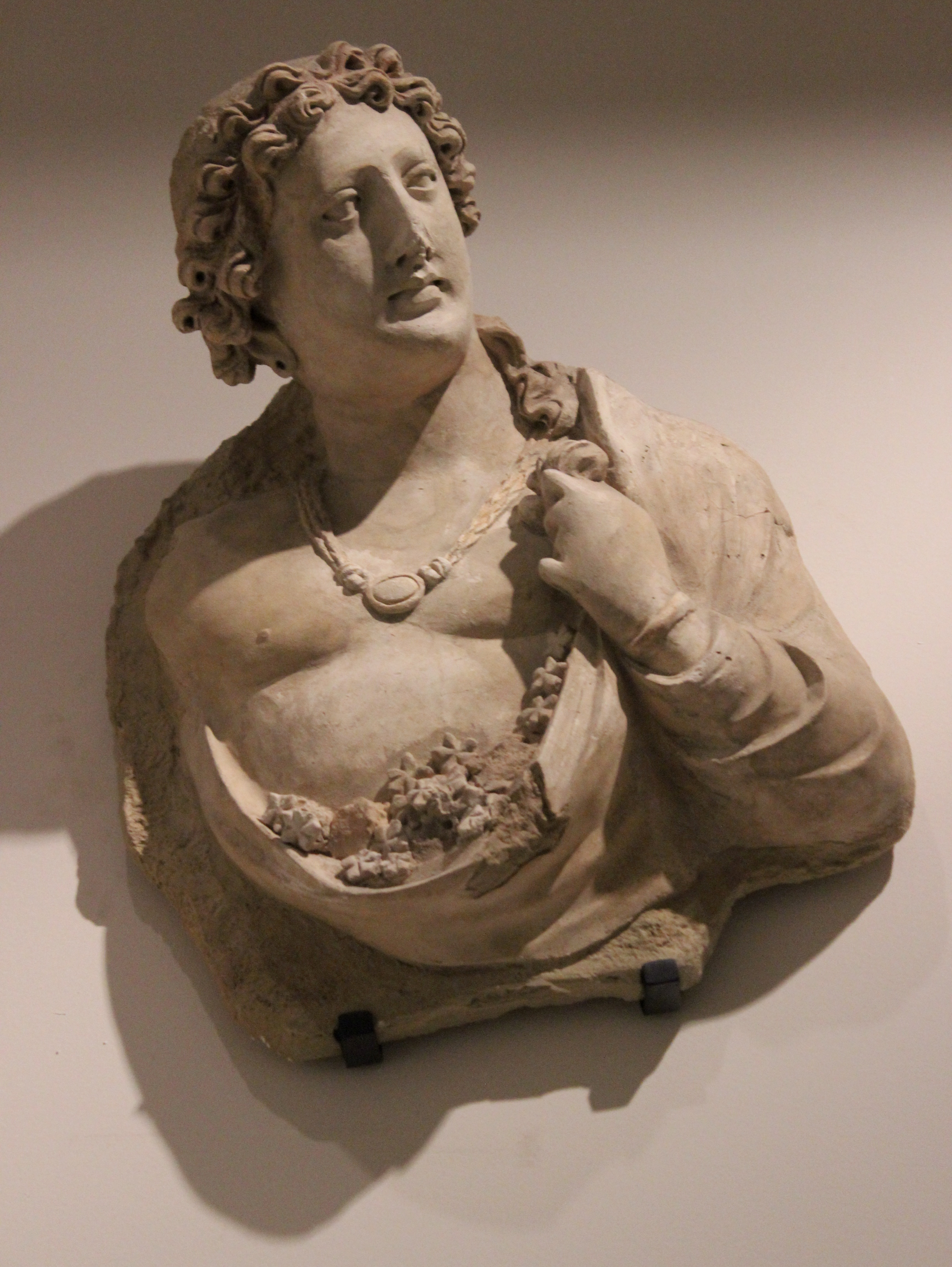
Deva; secolul al IV-lea spre al V-lea d.Hr.; stuc; înălțime: 55 cm; Muzeul Guimet (Paris)
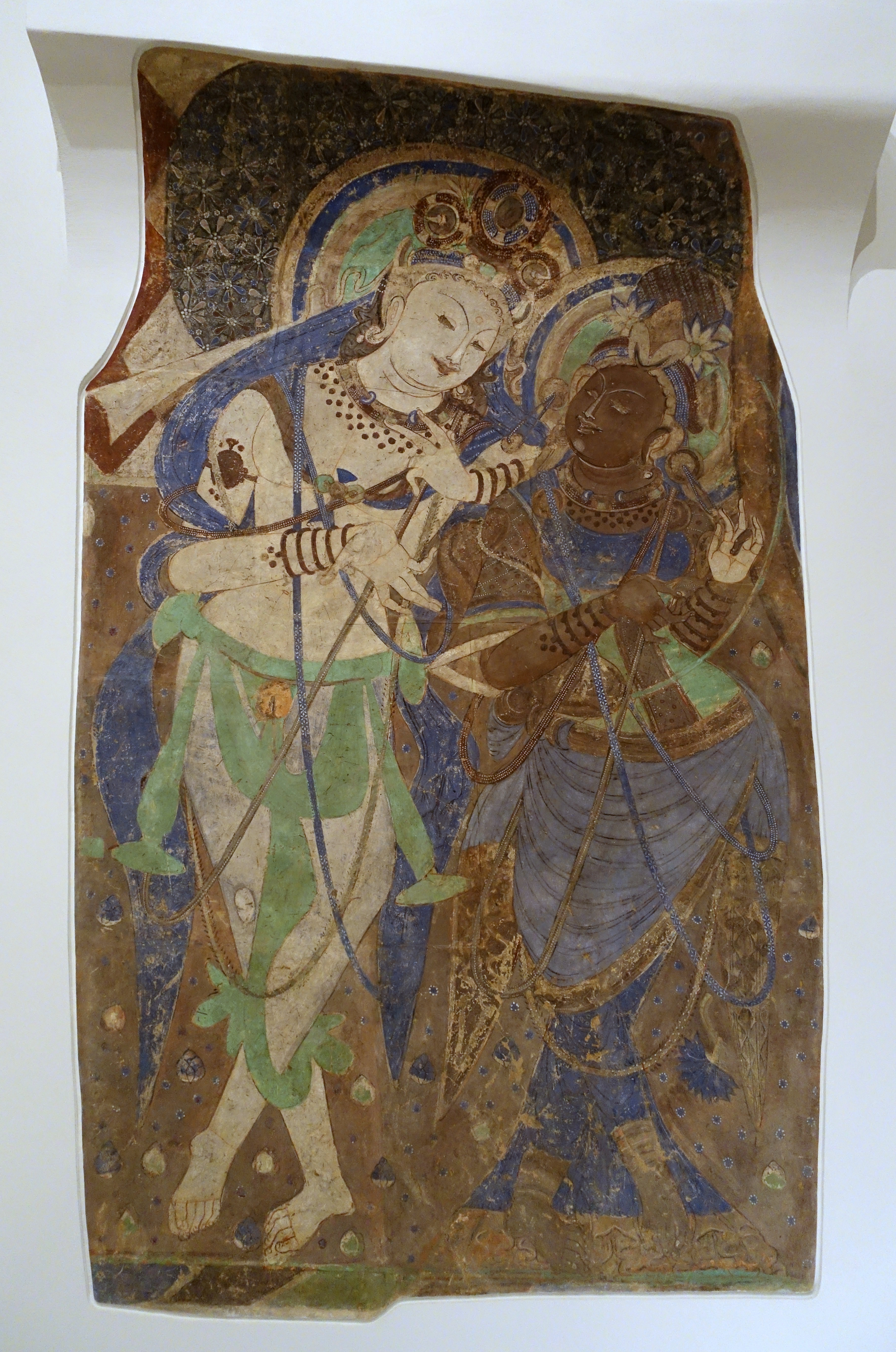
Zeiță și un muzician celest; secolul al VII-lea; pigmenți și ipsos; înălțime: 2,03 m; Muzeul de Artă Asiatică (Berlin, Germania)
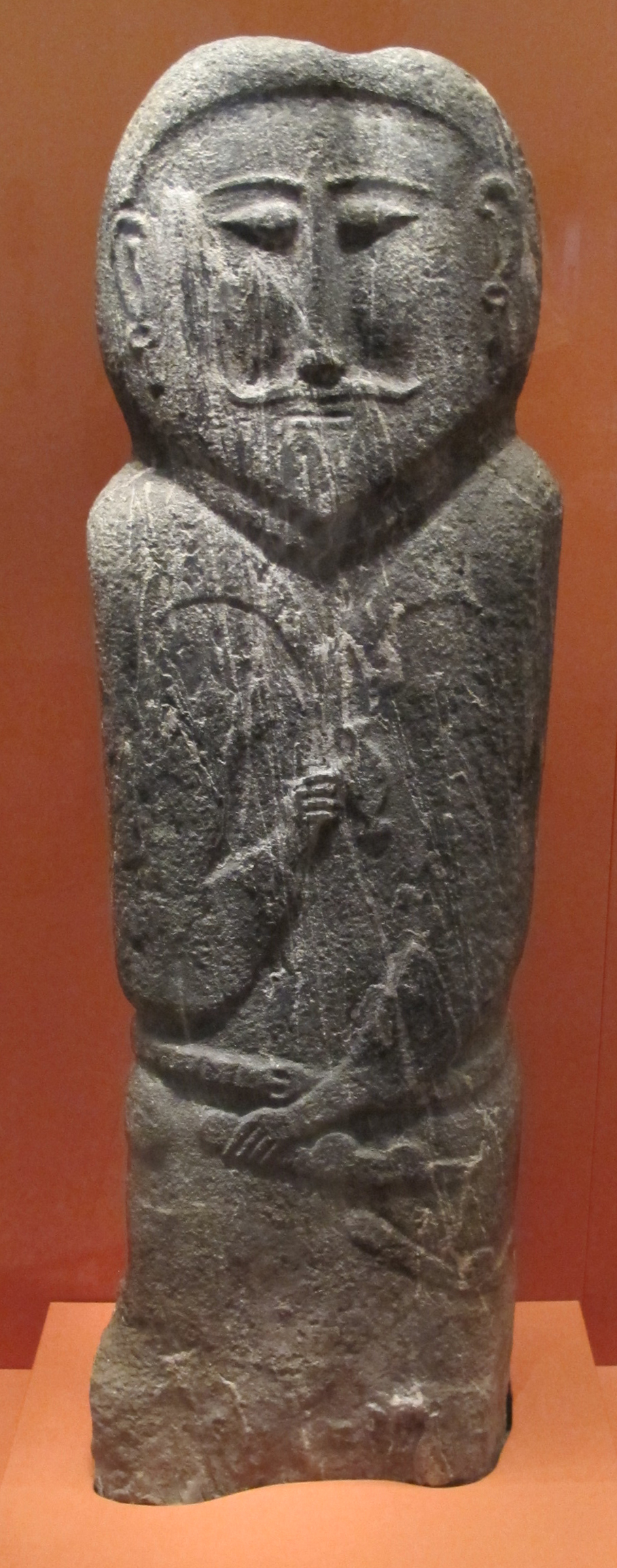
Statuia unui războinic; secolele al VIII-lea-al X-lea; din regiunea Kosh-Agach ( Warrior statue; 8th-10th century; from the Kosh-Agach region (Altai); Ermitaj (Sankt Petersburg, Rusia)
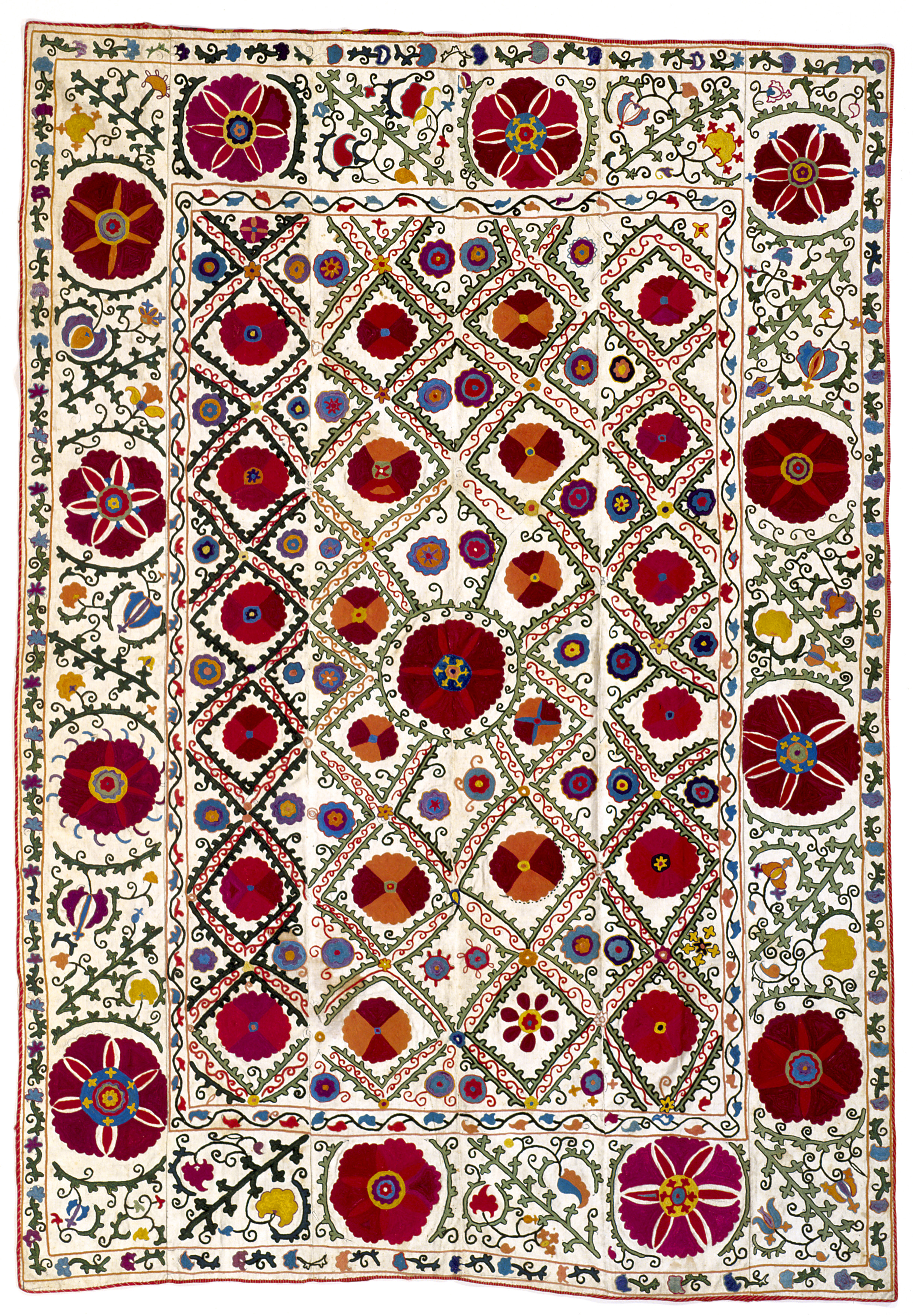
Suzani; sfârșitul anilor 1700; bumbac; 92 x 63; din Uzbekistan; Muzeul de Artă din Indianapolis (SUA)

### India
Budiștii timpurii din India au dezvoltat simboluri legate de Buddha. Opere majore ale artei budiste care au supreviețuit încep în perioada de după Dinastia Maurya, în cadrul artei din India de Nord, cel al artei greco-budiste a Gandharei și în sfârșit perioada „clasică” a artei gupta. Cantități bune de sculptură supraviețuiesc de pe unele situri cheie ca Sanchi, Bharhut și Amaravati, unele rămânând în respective,e situri, iar altele ajungând în muzee din India și din întreaga lume. Stupele erau înconjurate de garduri ceremoniale cu patru torana-uri sculptate sau porți ornamentale orientate spre direcțiile cardinale. Ele sunt din piatră, chiar dacă adoptă în mod clar forme dezvoltate în lemn. Ele și pereții stupei înșiși pot să fie decorați cu reliefuri, ilustrând mai ales viața lui Buddha. Figuri de dimensiuni naturale au fost sculptate, inițial în altorelief, dar apoi în picioare.

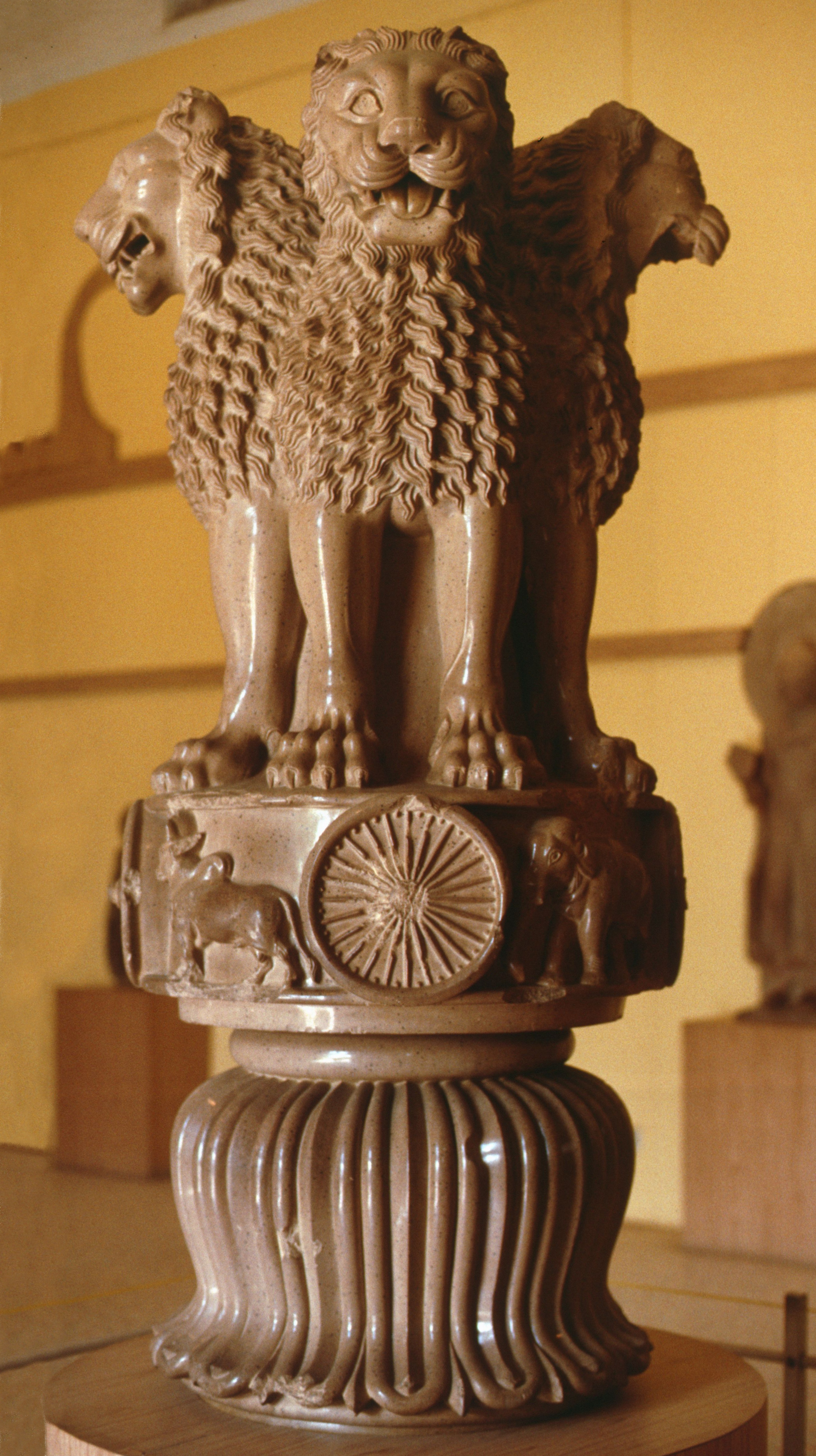
Capitelul cu Lei al lui Așoka; circa 250 î.Hr.; gresie lustruită; înălțime: 2,2 m; Muzeul Sarnath (Sarnath, în apropiere de Varanasi, Uttar Pradesh, India)
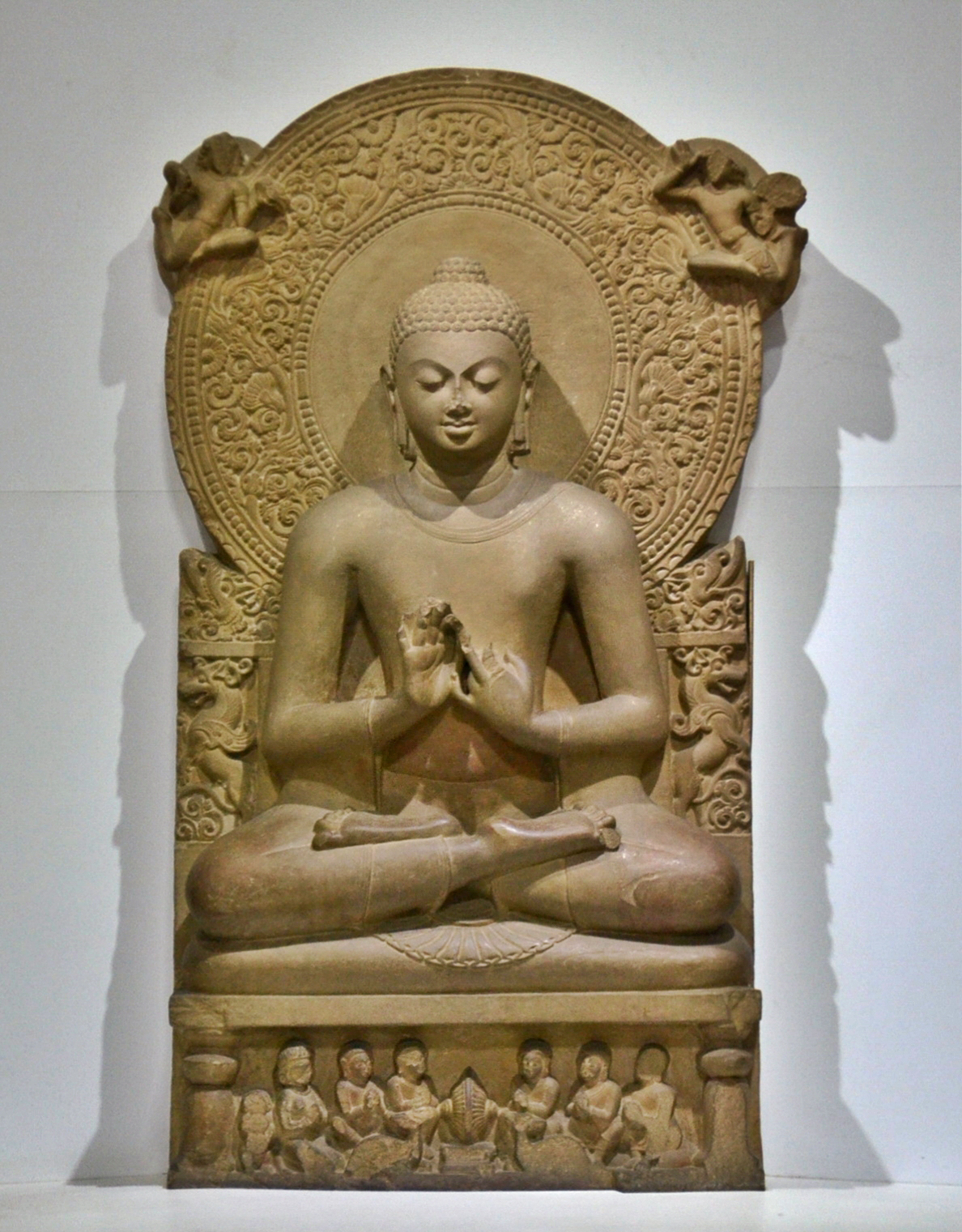
Buddha așezat; circa 475; gresie; înălțime: 1,6 m; Muzeul din Sarnath (India)
Idol chaumukha; circa 600; gresie; 58,42 x 43,18 x 44,45 cm; Muzeul de Artă al Comitatului Los Angeles (SUA)
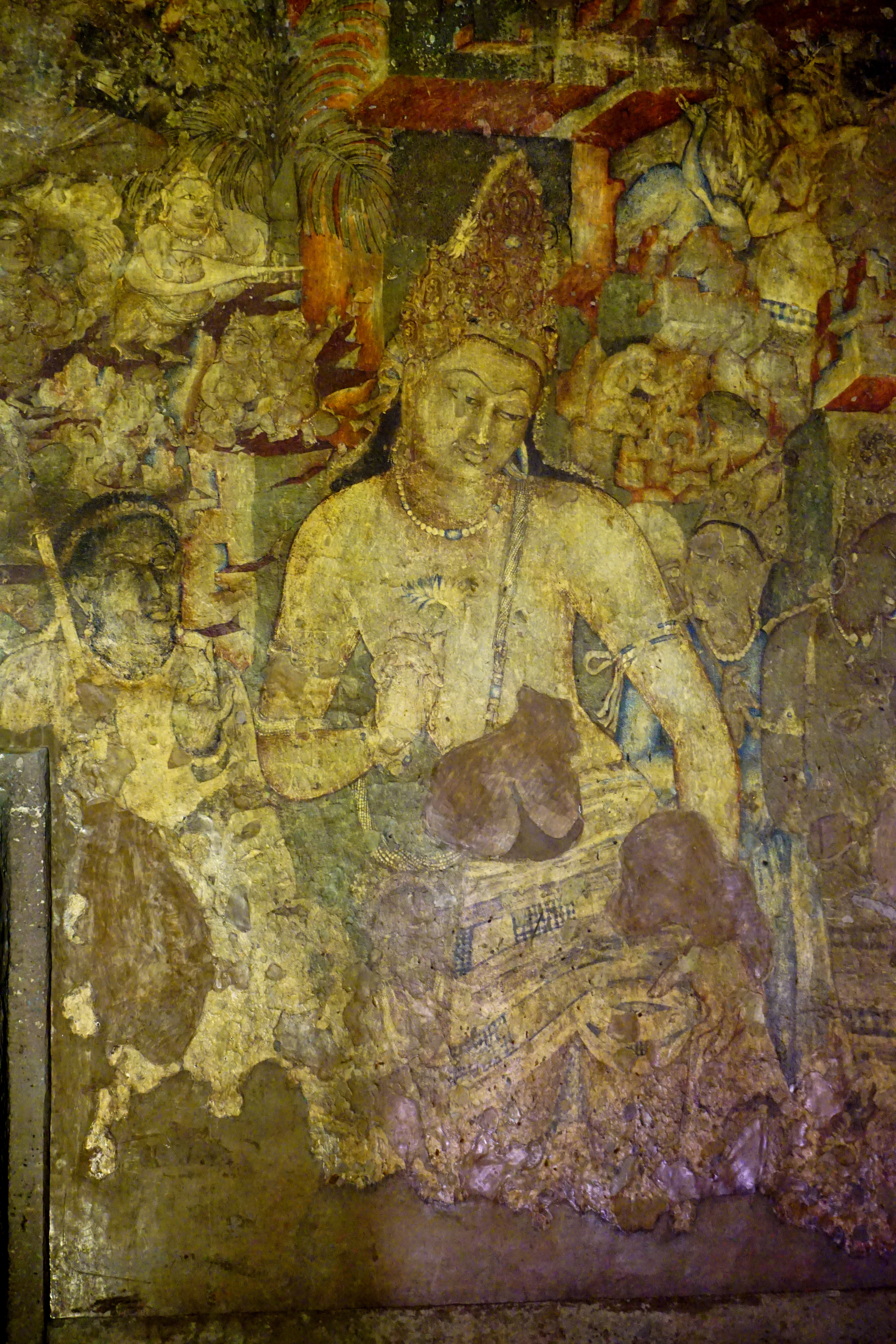
Bodhisattva Padmapani; 450–490; pigmenți pe piatră; înălțime: circa 1,2 m; Peșterile Ajanta (India)
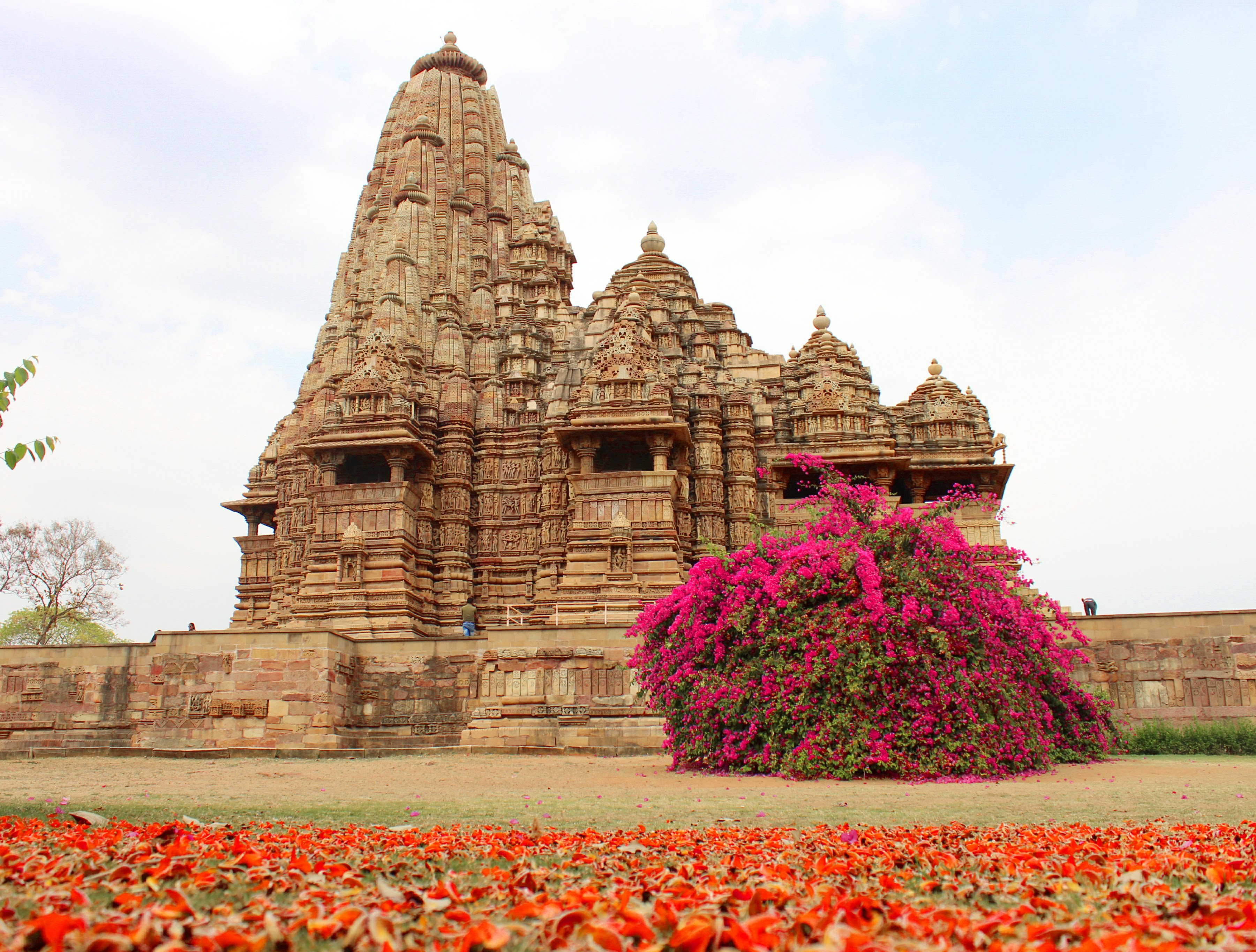
Templul Kandariya Mahadeva (Khajuraho, Madhya Pradesh, India), circa 1030
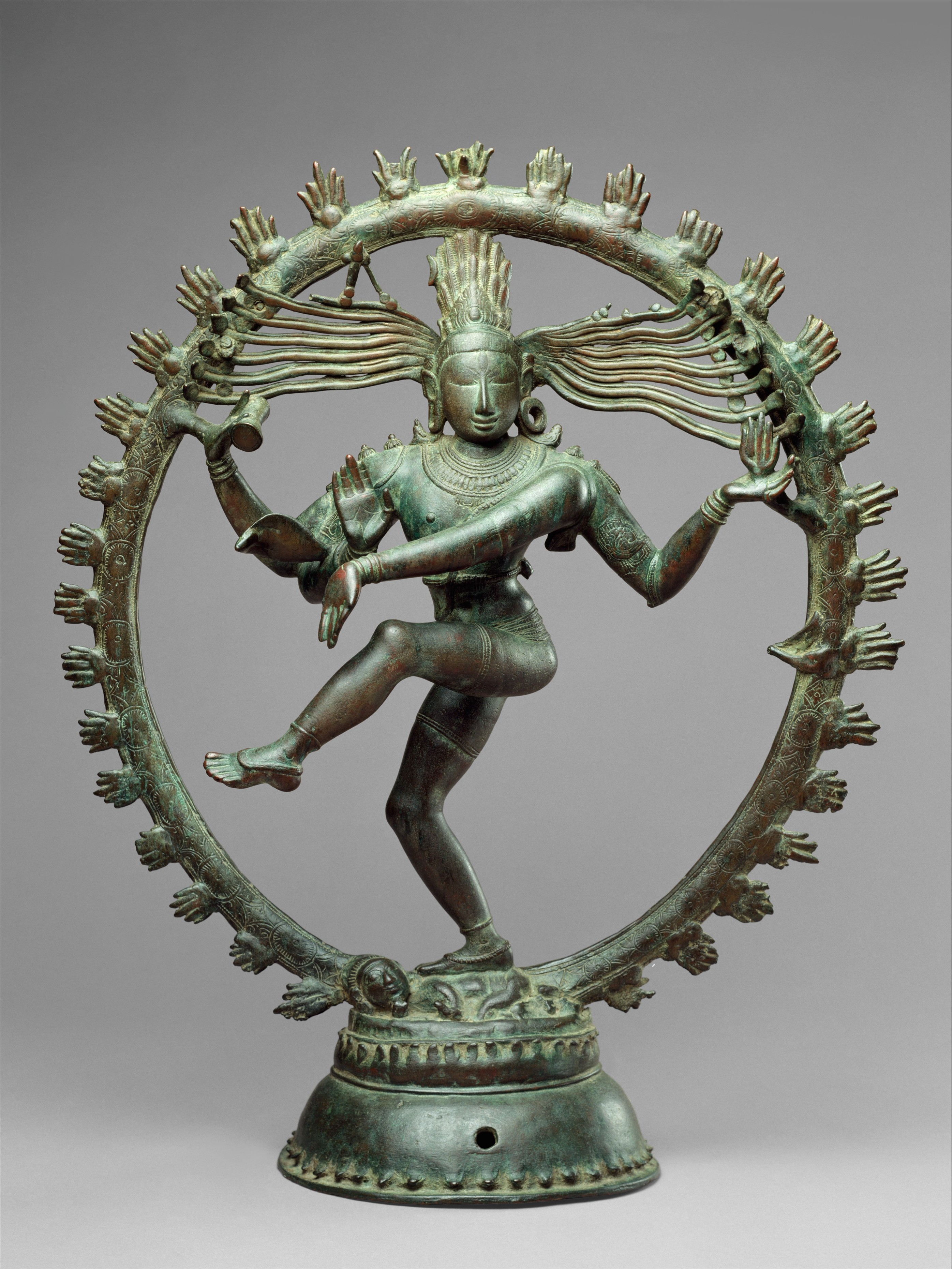
Nataraja; circa secolul al XI-lea; aliaj de cupru; înălțime: 68,3 cm, diametru: 56,5 cm; Muzeul Metropolitan de Artă (New York City)
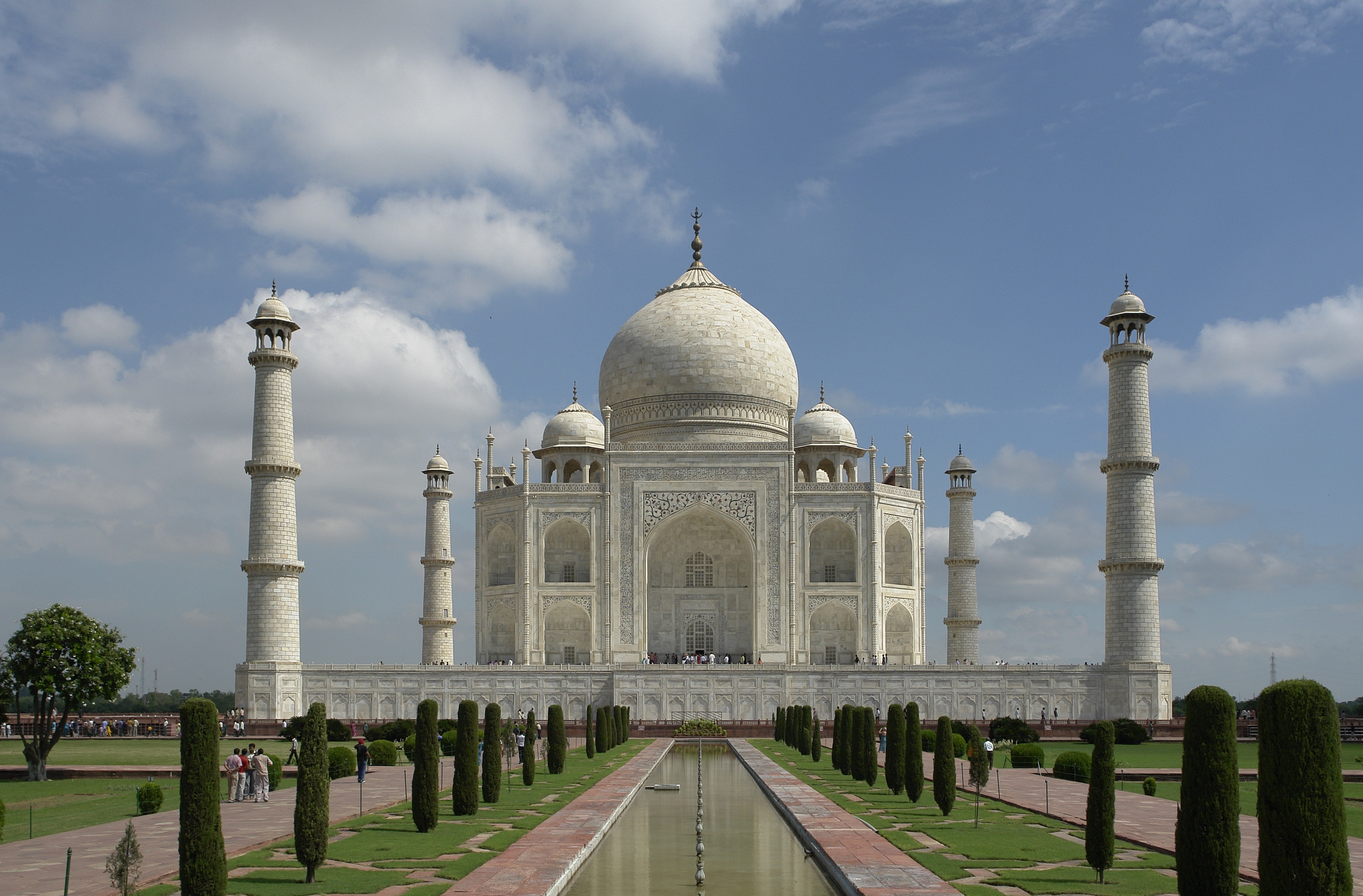
Taj Mahalul (Agra, India), cel mai bine cunoscut exemplu de arhitectură mogulă, c. 1649
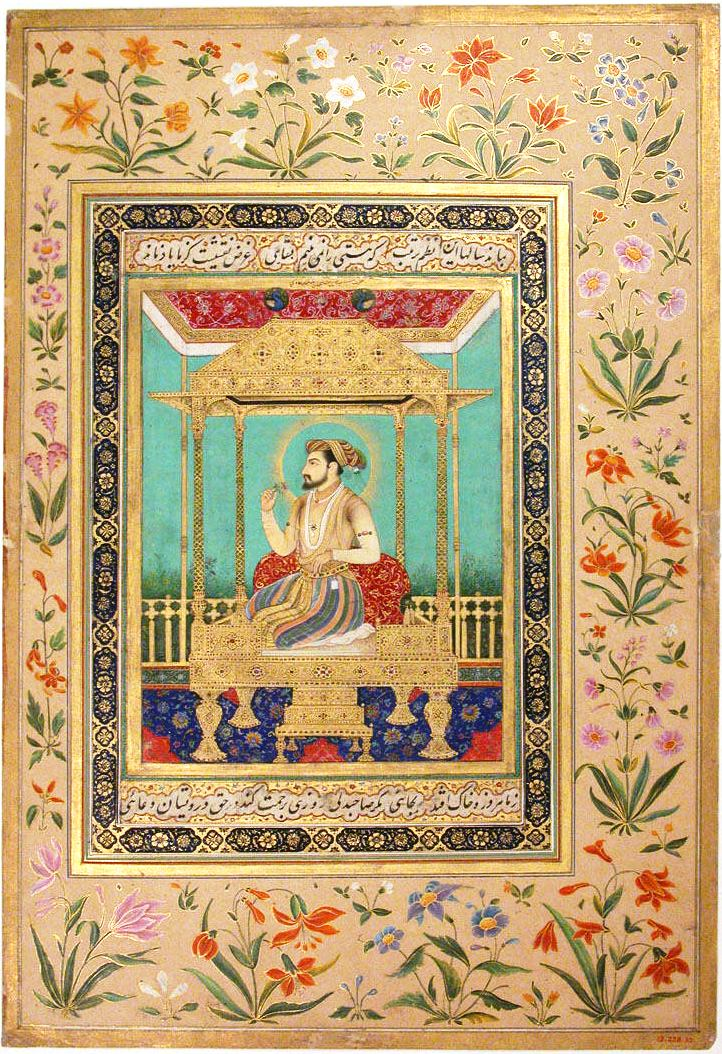
Portret al lui Shah Jahan pe Tronul Păun; secolul al XIX-lea; înălțimea paginii: 37,2 cm, înălțimea picturii: 16,5 cm; Muzeul Metropolitan de Artă

### Nepal, Bhutan și Tibet
De mai bine de o mie de ani, artiștii tibetani au jucat un rol cheie în viața culturală a Tibetului. De la designuri pentru mobilă pictată până la elaborarea picturilor murale din clădirile religioase, eforturile lor au pătruns practic în fiecare față a vieții din Podișul Tibet. Majoritatea operelor de artă supraviețuitoare create înainte de mijlocul secolului al XX-lea sunt dedicate înfățișării subiectelor religioase, principalele forme fiind thangka, picturile murale budiste tibetane și statuile mici în bronz, sau mari în lut, stuc sau lemn. Ele au fost comandate de unități religioase sau de persoane pioase ca să fie folosite în practica budismului tibetan și au fost produse în ateliere mari de călugări și artiști laici, care sunt în mare parte anonimi.
Arta Tibetului poate să fie studiată în termeni de influențe care au contribuit la ea de-a lungul secolelor, din stiluri chineze, nepaleze, indiene și sacre. Multe bronzuri din Tibet care sugerează influența Imperiului Pala, sunt considerate ca fiind fie realizate de sculptori indieni, fie aduse din India.
Arta bhutaneză seamănă cu cea a Tibetului. Ambele se bazează pe budismul Vajrayana, cu panteonul său de ființe divine. Ordinele majore ale budismului din Bhutan sunt Drukpa Kagyu și Nyingma. Primul e o ramură a Școlii de la Kagyu și este cunoscut pentru picturile care documentează linia maeștrilor budiști și a celor 70 de Je Khenpo (conducători ai unității mănăstirești din Bhutan).

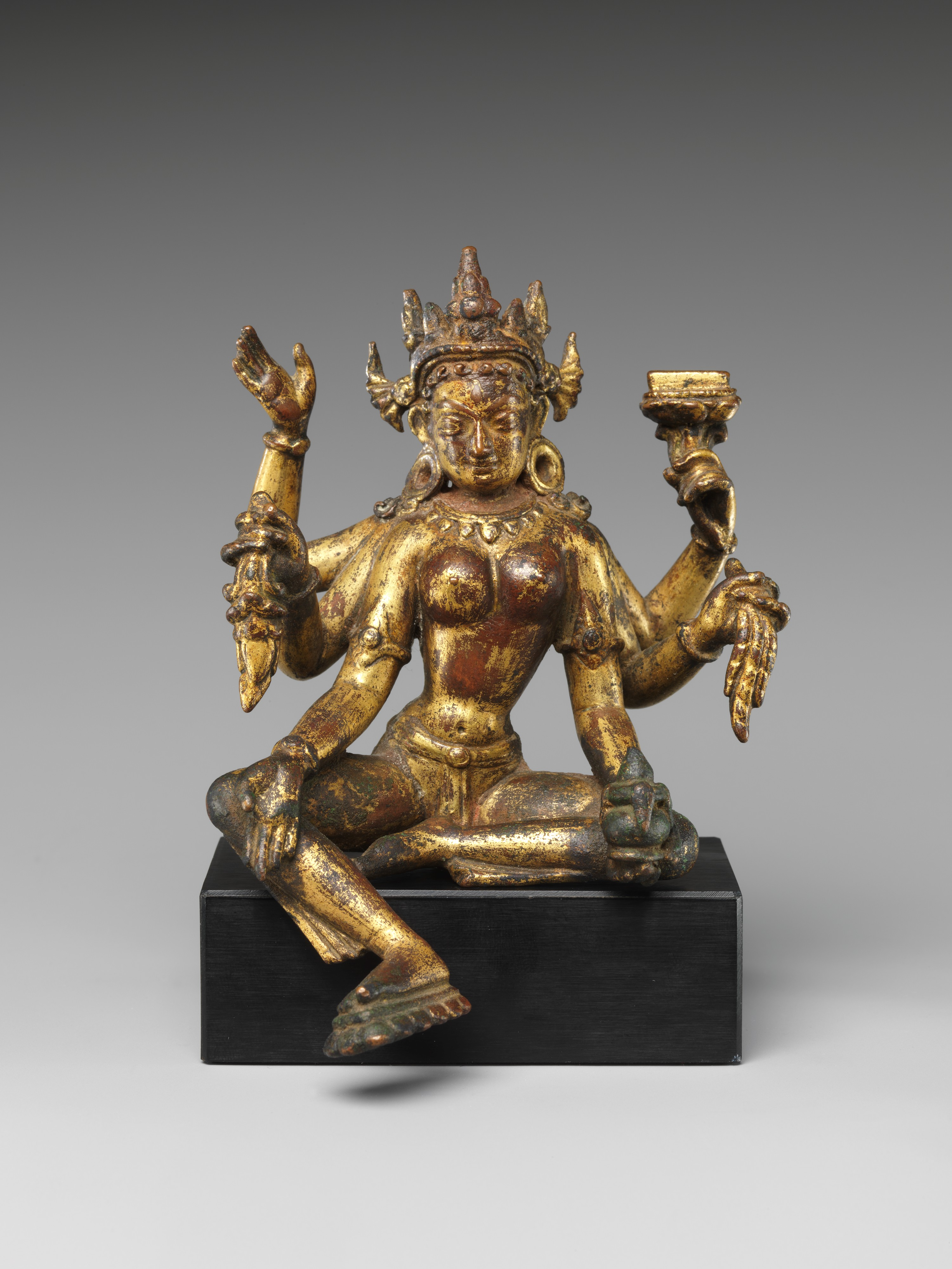
Figurină; secolele al XIV-lea-al XV-lea; aliaj de cupru aurit; înălțime: 13,5 cm, lățime: 9,8 cm; Muzeul Metropolitan de Artă (New York City)
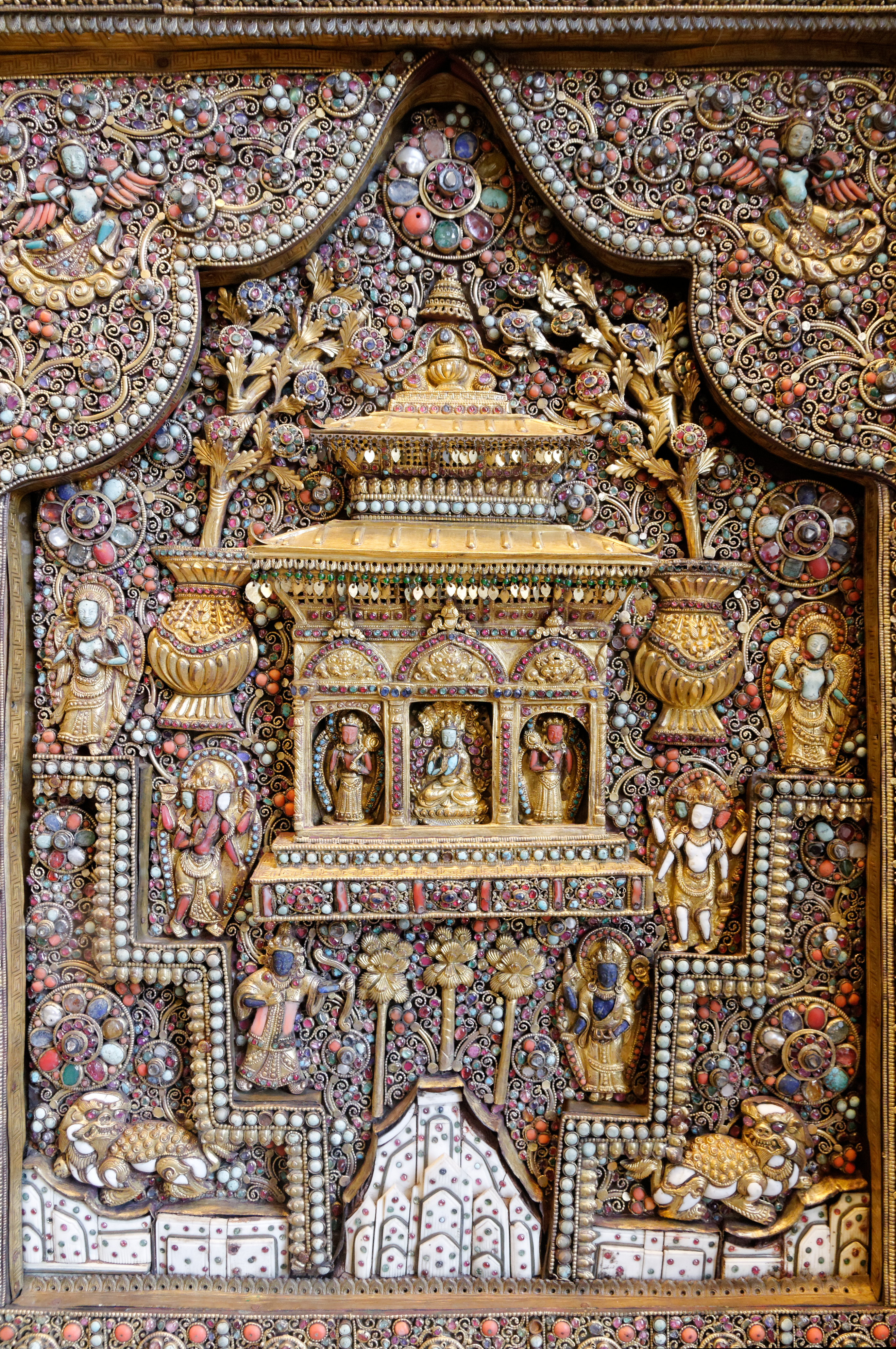
Altar; 1700–1899; metal, pietre și filigran; lungime: 130,7 cm; British Museum (Londra)
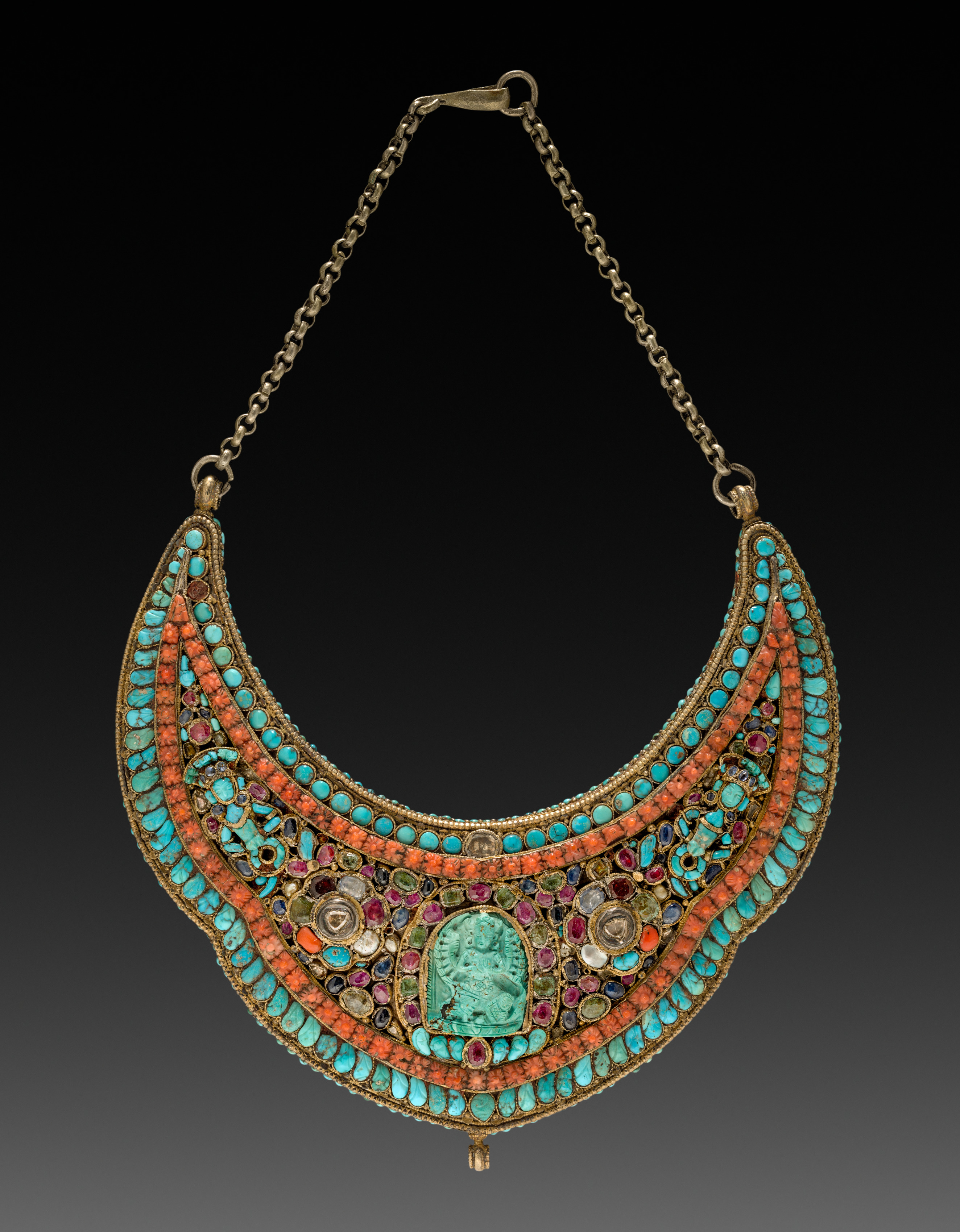
Bijuterie; secolul al XVIII-lea; argint și diverse pietre; per ansamblu: 8,9 cm, lănțișorul: 13,7 cm; din Tibet; Muzeul de Artă din Cleveland (Cleveland, SUA)
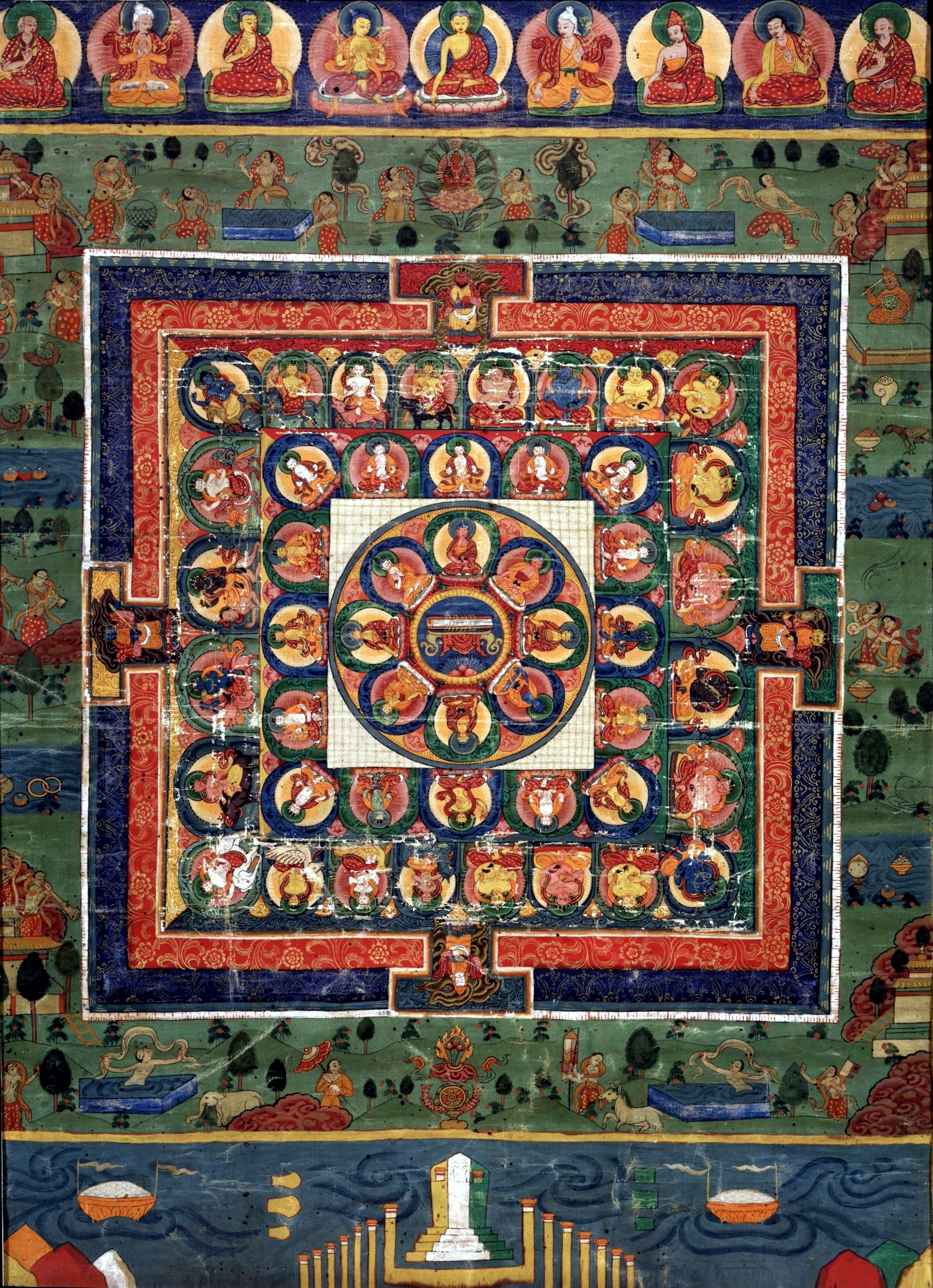
Mandala budistă pictată cu zeița Prajnaparamita în centru; secolul al XIX-lea; Muzeul de Artă Rubin (New York City)

### China
În Asia de Est, pictura derivâ din practica caligrafiei, iar portretele și peisajele au fost pictate pe mătase. Majoritatea tablourilor reprezintă peisaje sau portrete. Cele mai spectaculoase sculpturi sunt bronzurile ritualice și sculpturile din bronz de la Sanxingdui. Un exemplu foarte cunoscut al artei chineze este Armata de Teracotă, care înfățișează armatele lui Qin Shihung-di, primul împărat al Chinei. E o formă de artă funerară, fiind îngropată împreună cu împărat în anii 210–209 î.Hr., al cărei scop a fost să-l protejeze pe împărat în viața sa de apoi.
Arta chineză este una dintre cele mai vechi arte tradiționale continue din lume și este marcată de un grad neobișnuit de continuitate și conștiință a acelei tradiții, lipsită de echivalent cu colapsul occidental și recuperarea treptată a stilurilor clasice. Formele de artă care au fost de obicei clasificate în Occident încă din perioada Renașterii ca arte decorative sunt extrem de importante în arta chineză și o mare parte din cele mai fine lucrări au fost produse în ateliere mari sau fabrici de artiști esențiali necunoscuți, în special ceramica chineză. Gama și calitatea mărfurilor care au decorat palatele și gospodăriile chineze, precum și locuitorii lor, sunt orbitoare. Materialele proveneau din China și dincolo de ele: aur și argint, sidef, fildeș și corn de rinocer, lemn și lac, jad și steatit, mătase și hârtie.

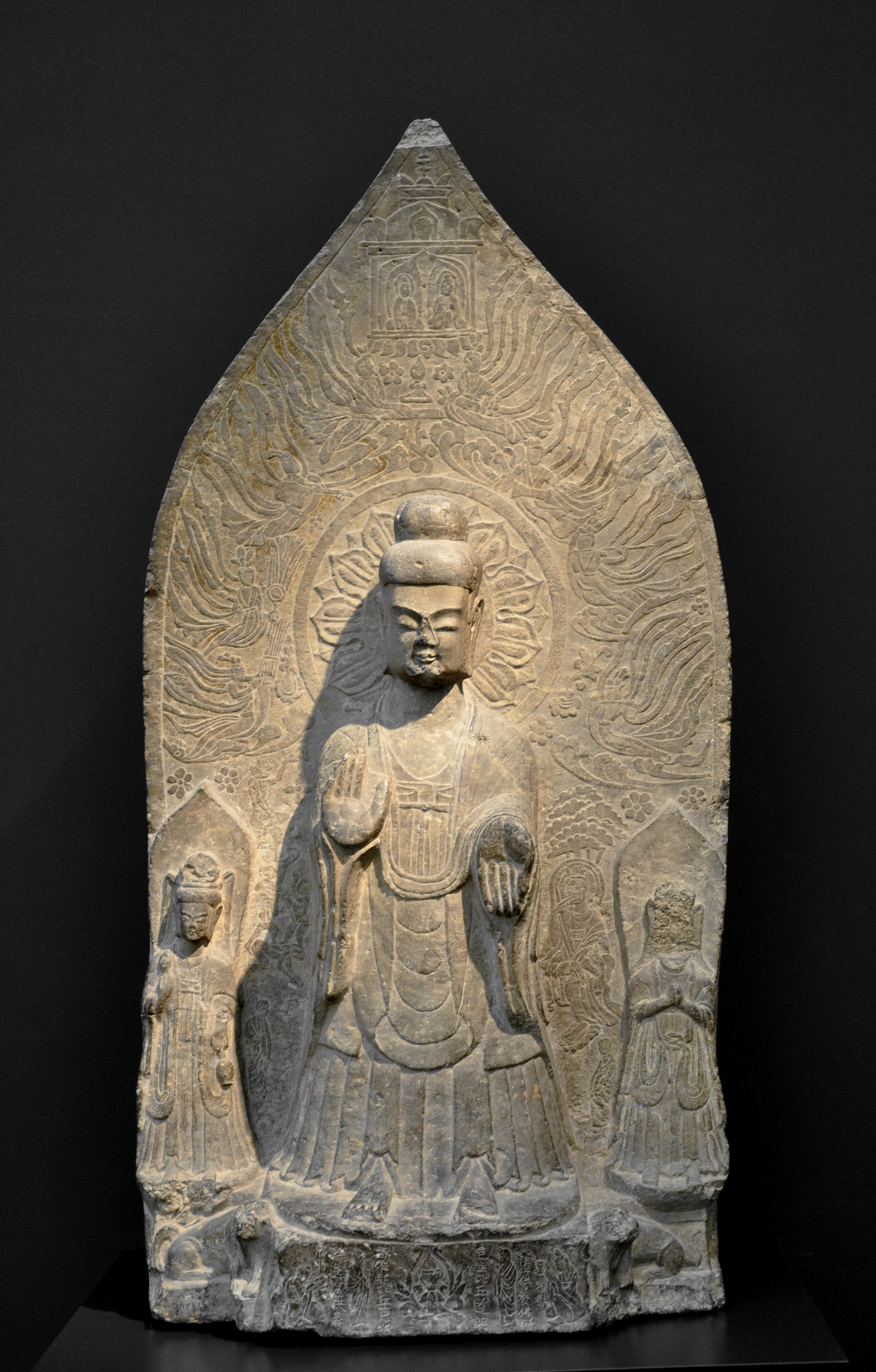
Stelă votivă cu Gautama Siddhartha; datată la 542 (Dinastia Wei de Est); calcar; Muzeul Rietberg (Zürich, Elveția)
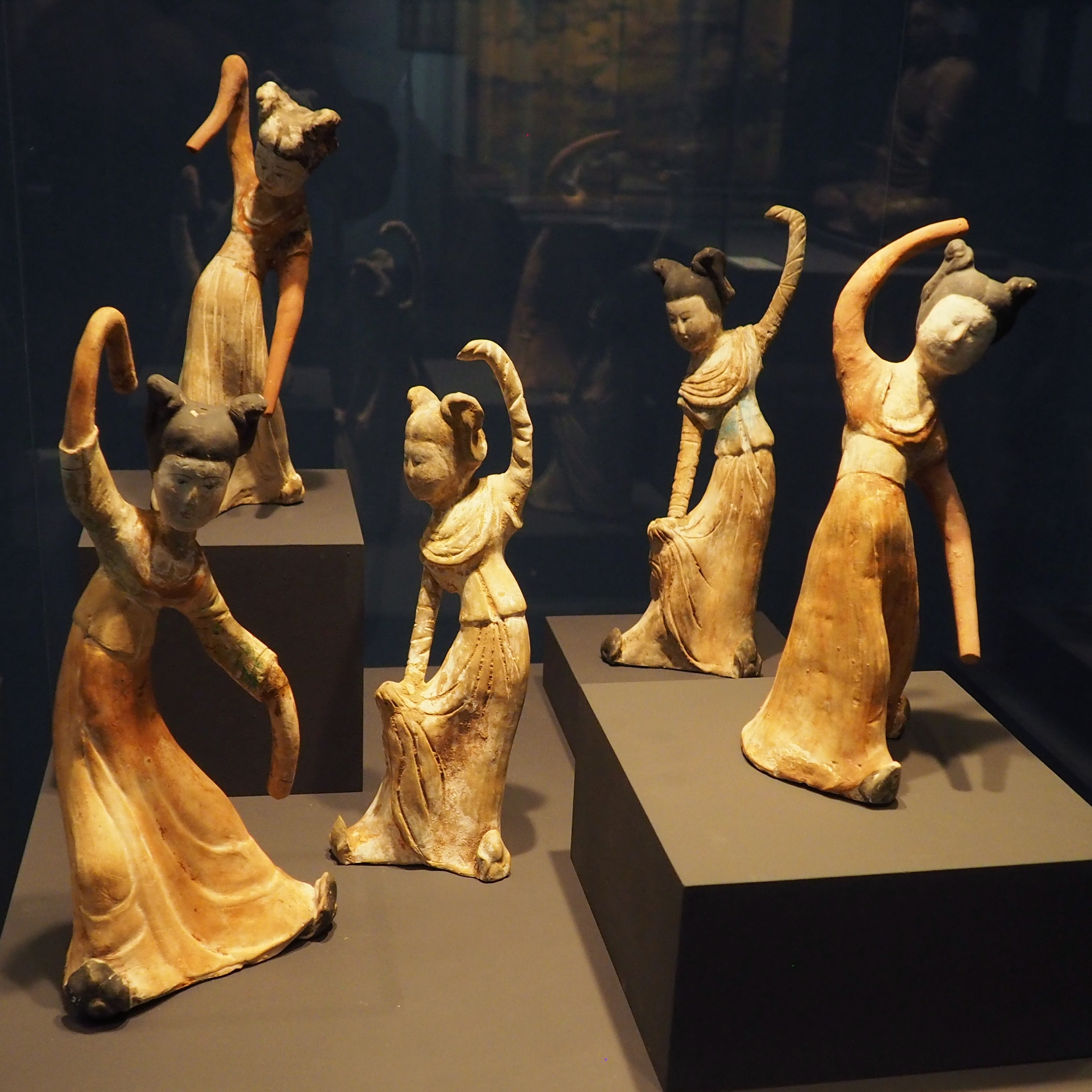
Statuete de dansatoare; secolul al VIII-lea (Dinastia Tang); ceramică; Muzeul de Istorie din Berna (Elveția)
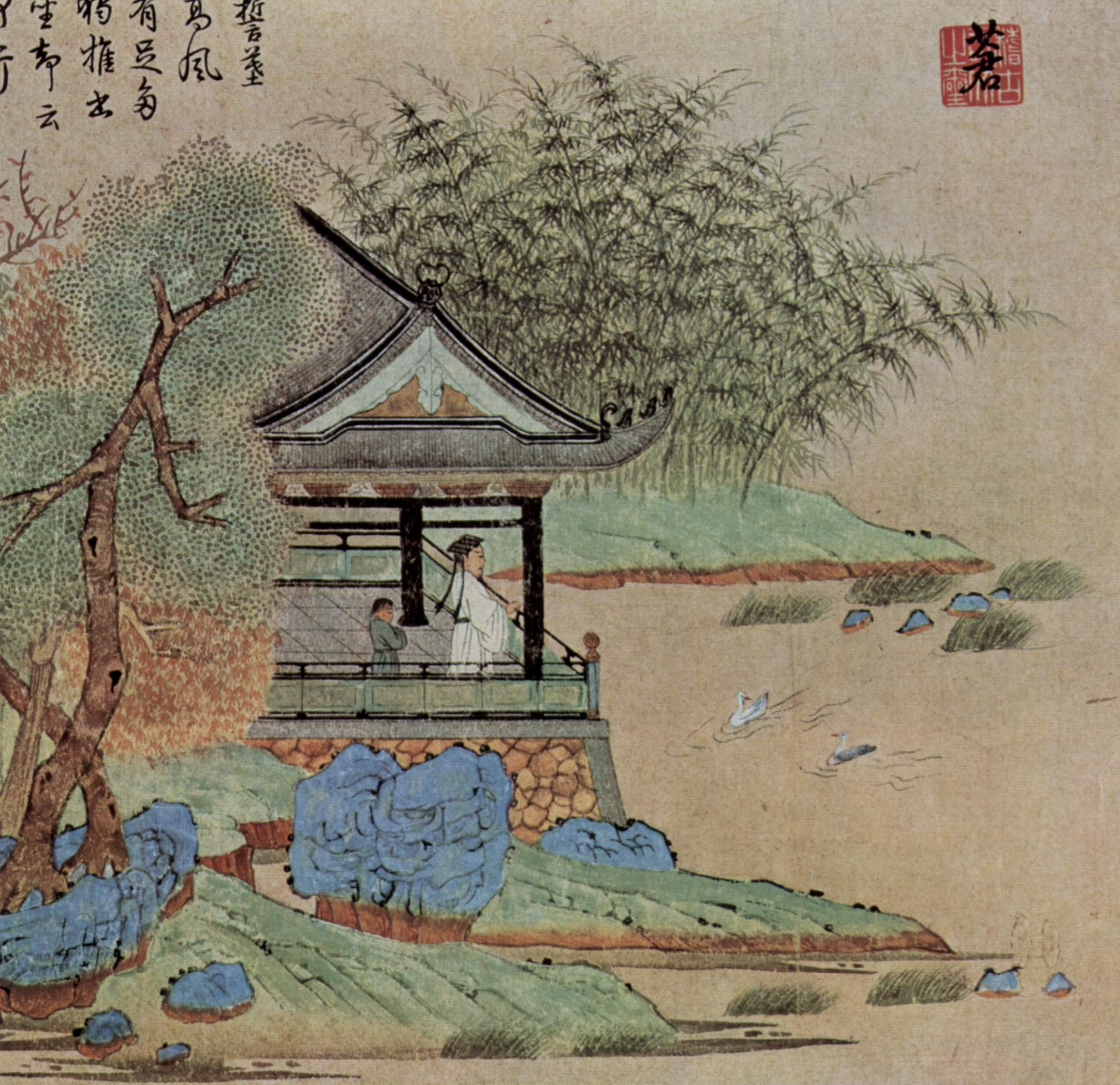
Wang Xizhi urmărind gâște; de Qian Xuan; 1235-înainte de 1307; sul (cerneală, culoare și aur pe hârtei); Muzeul Metropolitan de Artă (New York City)
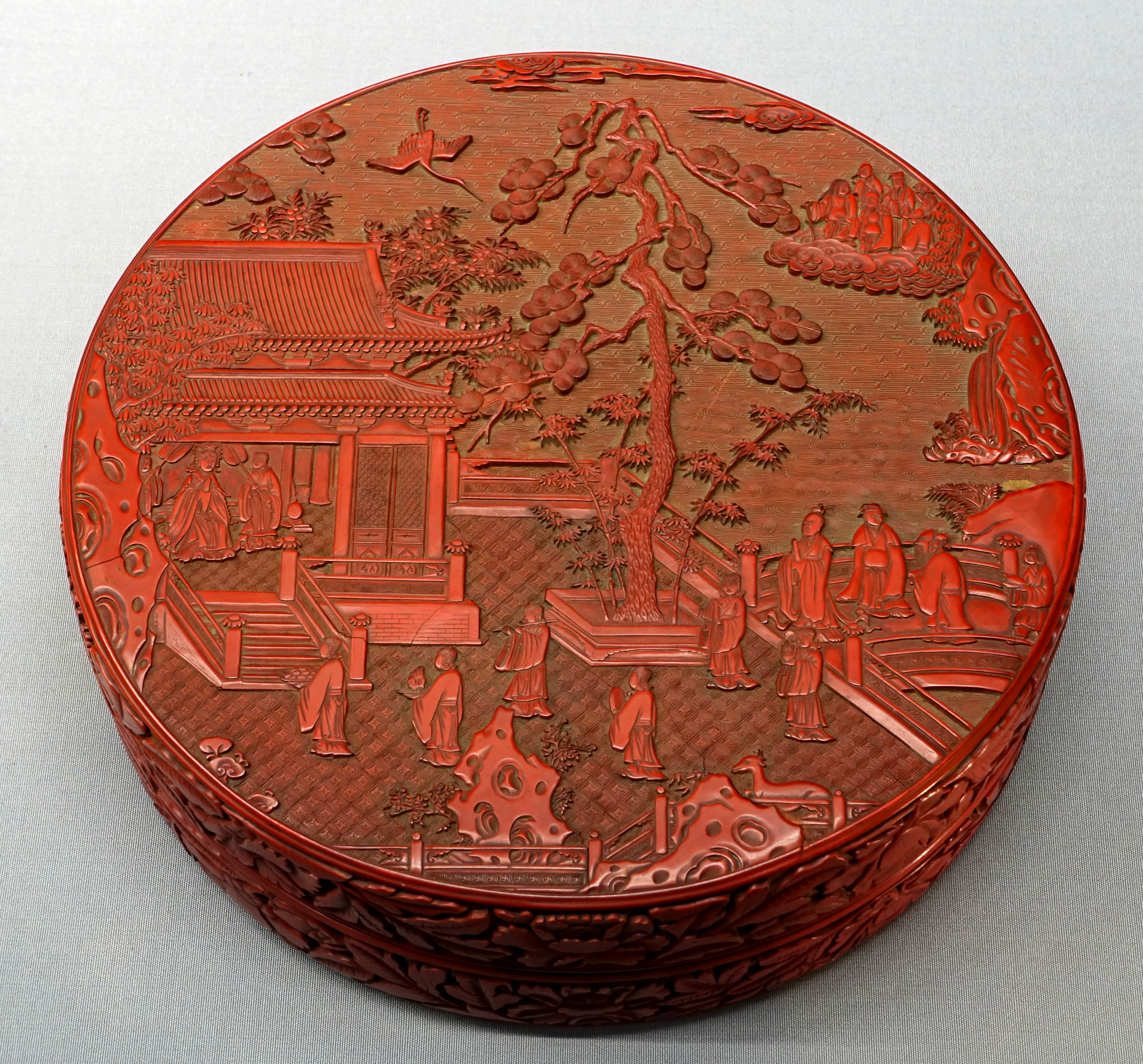
Casetă cu pavilioane și figuri; anii 1300 (Dinastia Yuan); lemn lăcuit sculptat; Muzeul Național din Tokyo (Japonia)
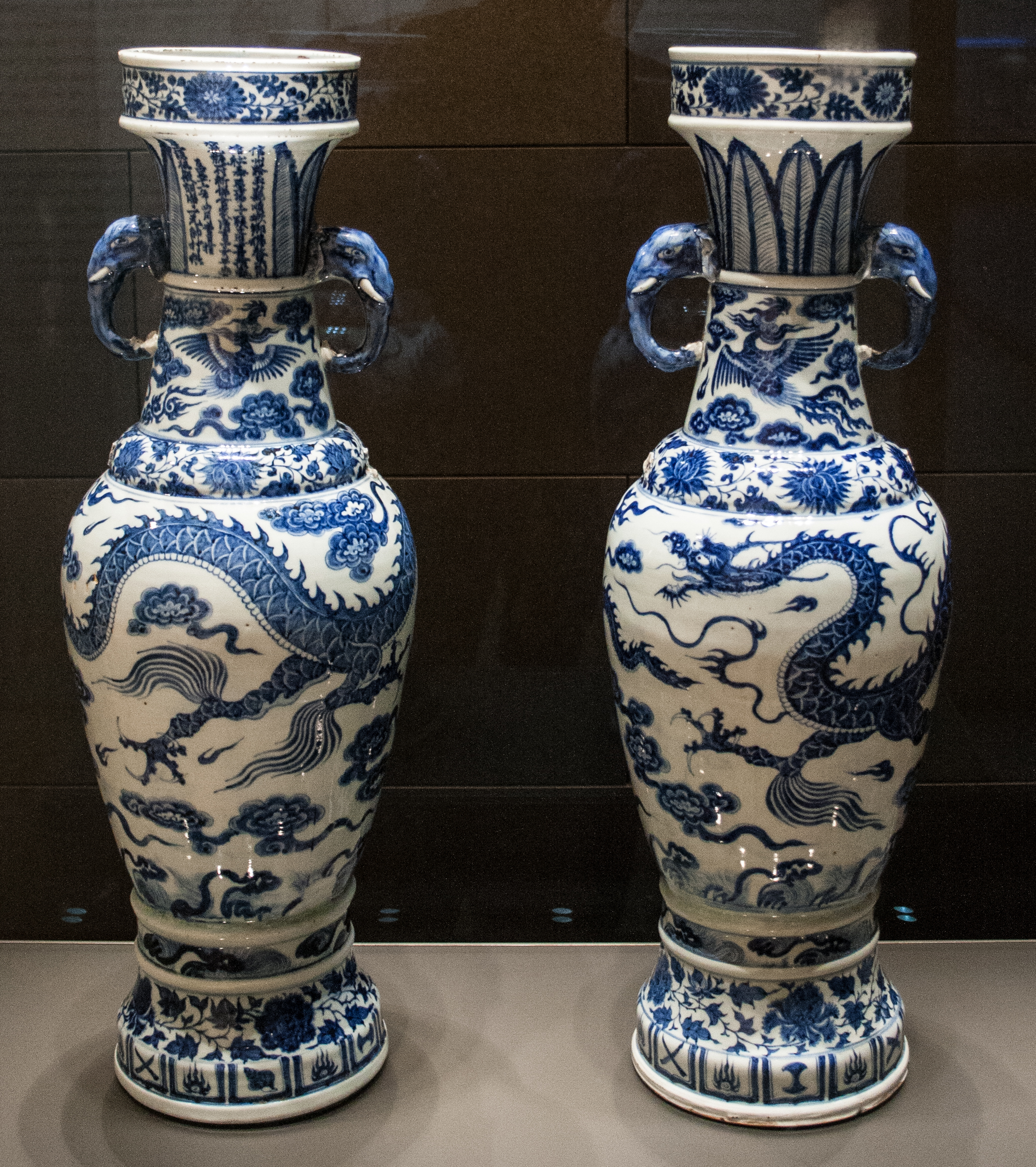
Vazele David; 1351 (Dinastia Yuan); porțelan, ornamente albastru de cobalt sub glazură; înălțime: 63,8 cm; British Museum (Londra)
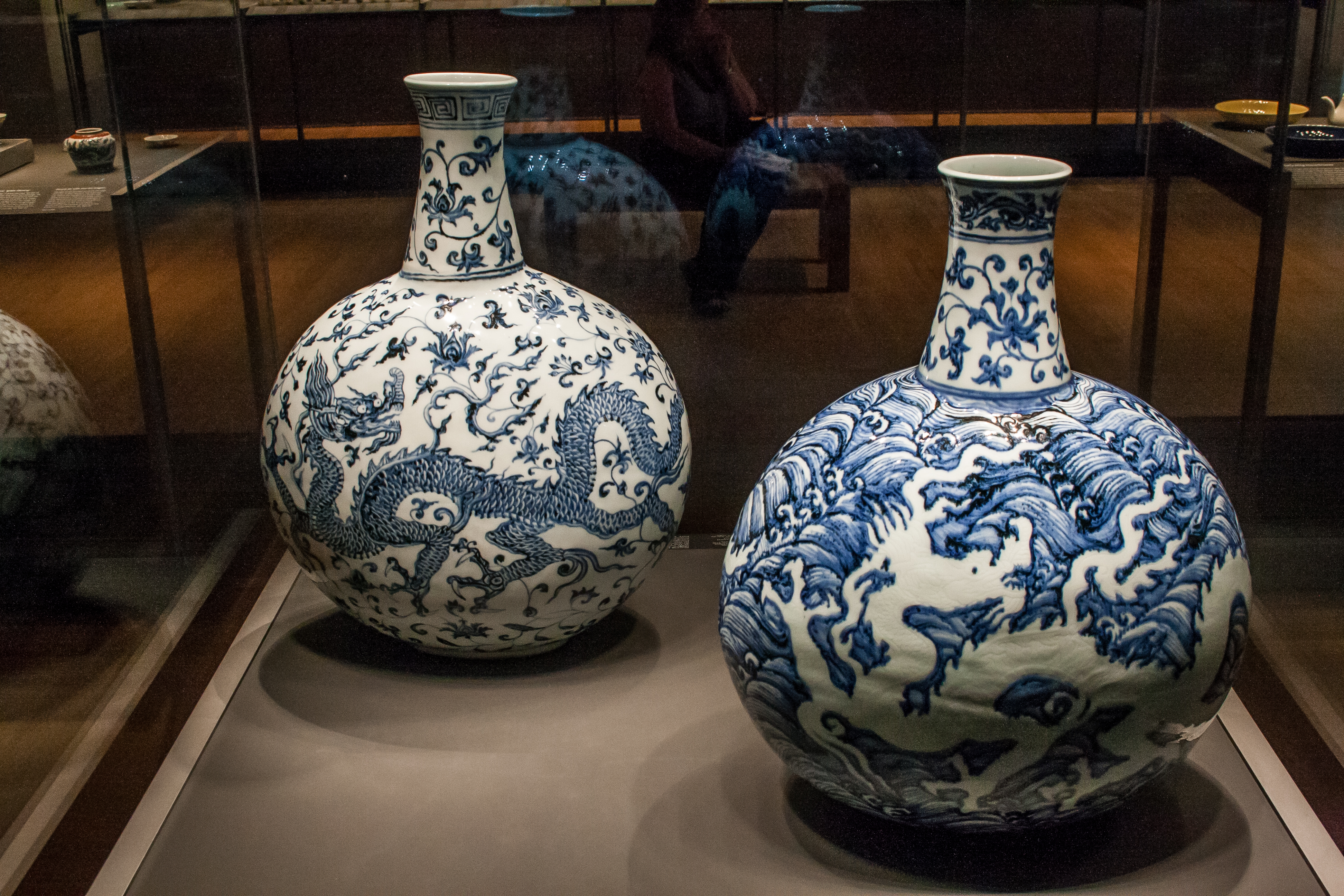
Două vaze cu dragoni; 1403–1424; porțelan albastru subglazurat; înălțime (cea din stânga): 47,8 cm, înălțime (cea din dreapta): 44,6 cm; British Museum
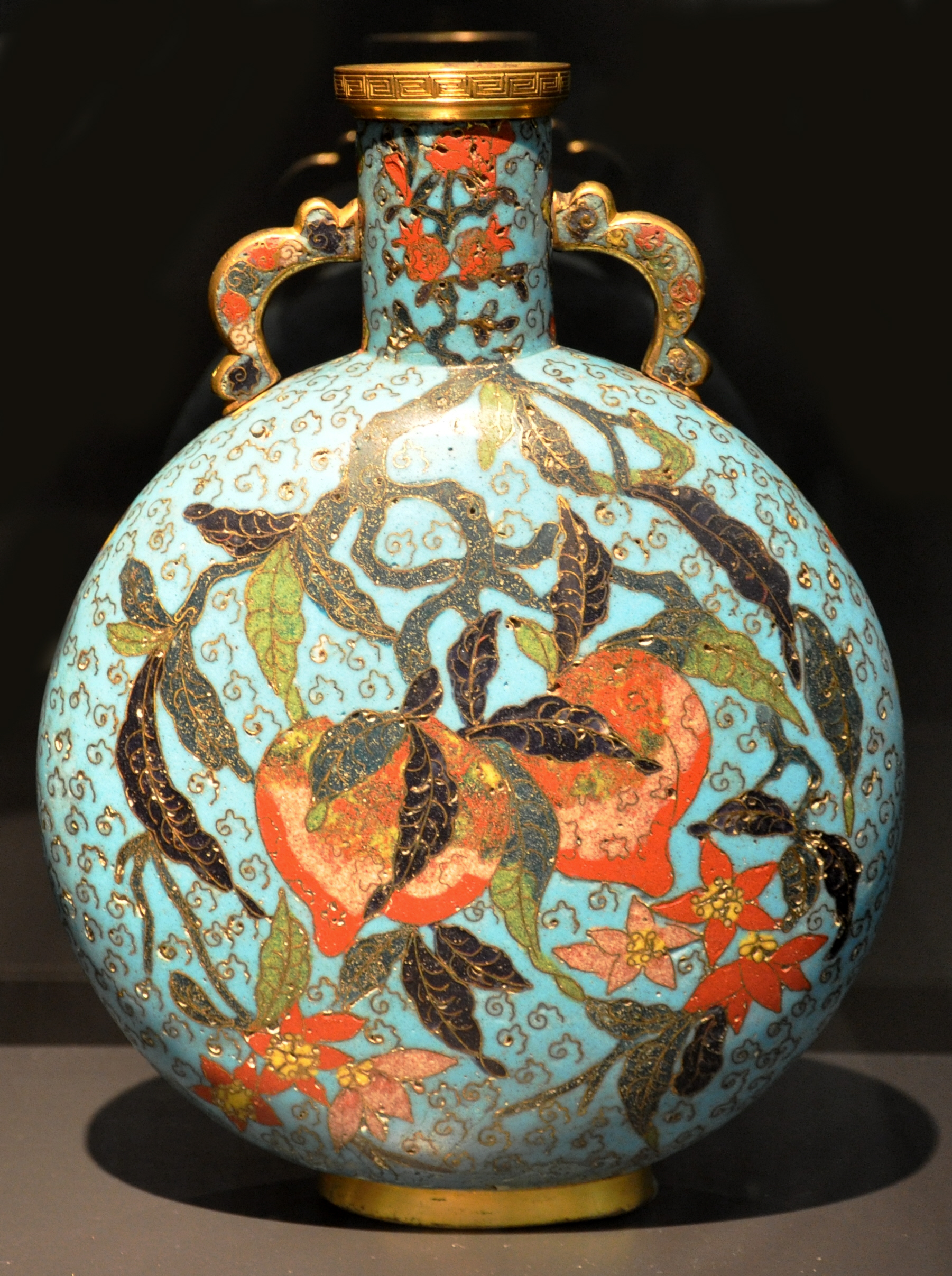
Vază decorată cu piersici și rodii; prima jumătate a secolului al XVII-lea (Dinastia Ming); cloisonné; Muzeul Rietberg
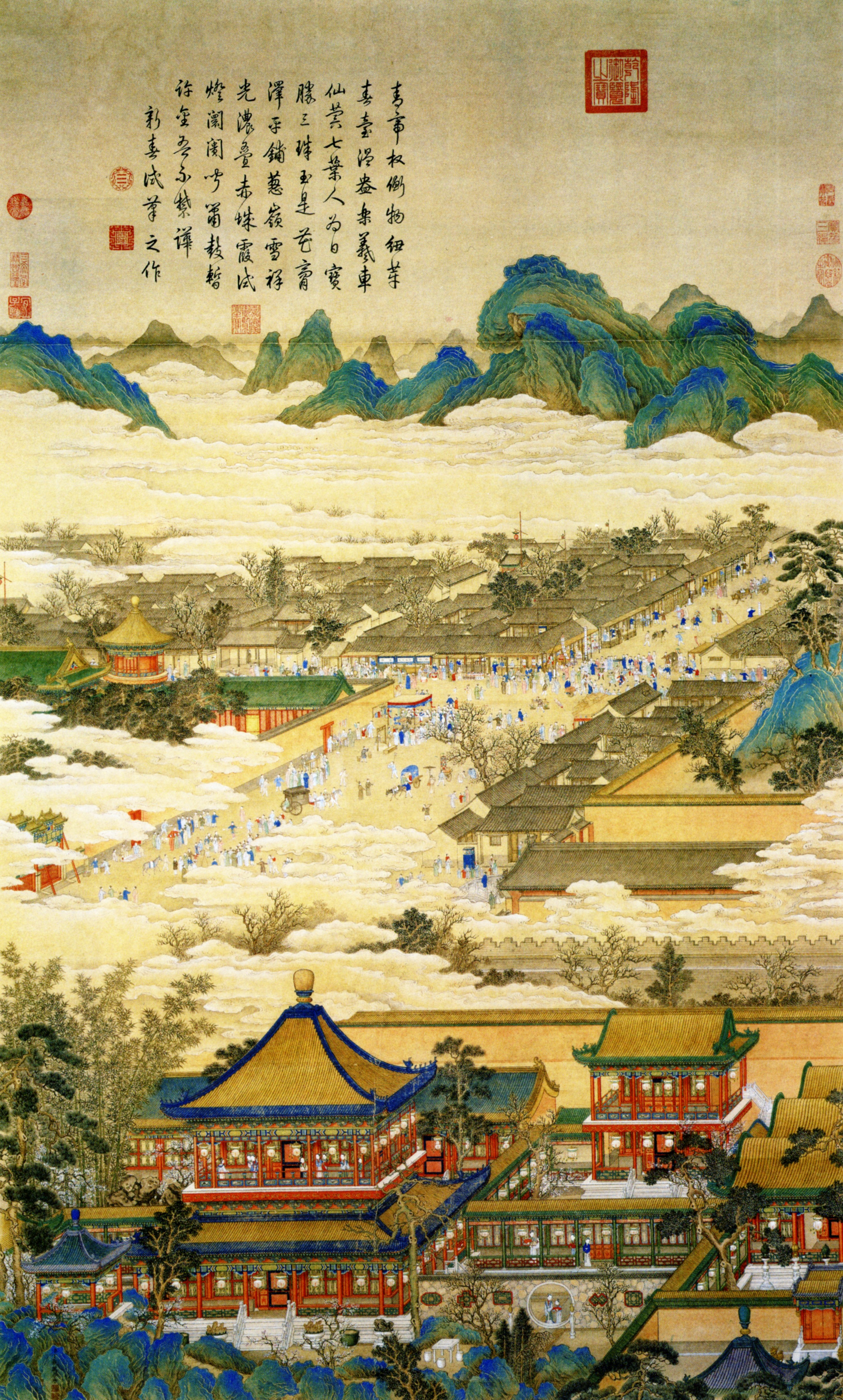
Început Pașnic pentru Anul Nou; de Ding Guanpeng; 1748; cerneală și culoare pe hârtie; înălțime: 179,3 cm; Muzeul Palatului Național (Taipei, Taiwan)

### Japonia

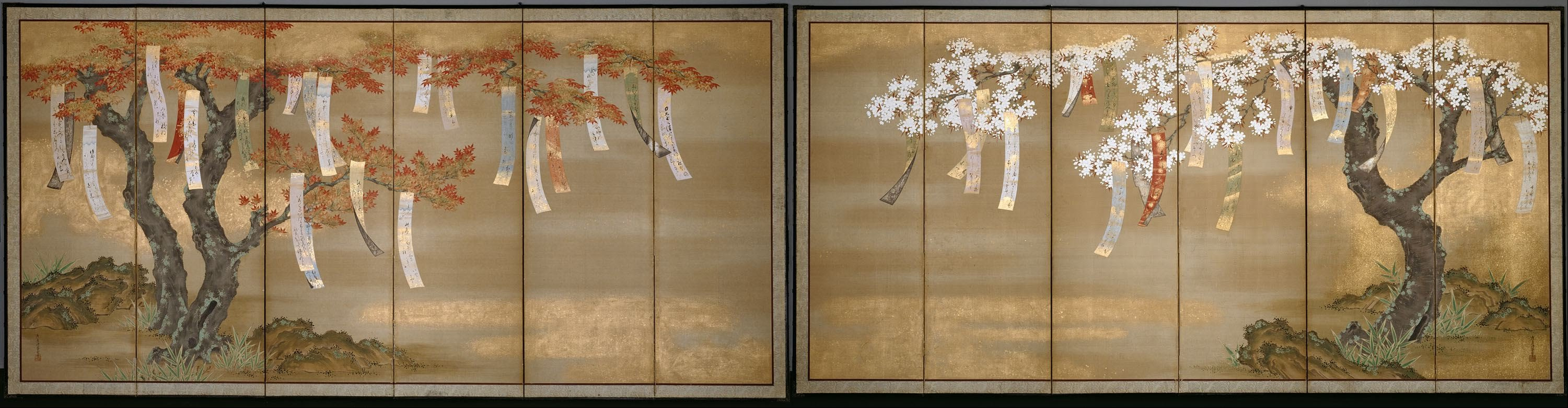
Arțari de cireș și floare de toamnă cu alunecare de poem; de Tosa Mitsuoki; 1654–1681; pereche de șase-panouri cu ecrane; cerneală, culoare, aur și argint pe mătase; înălțime: 144 cm, lățime: 286 cm; Institutul de Artă din Chicago (Chicago, SUA)

Arta japoneză curpinde o gamă largă de stiluri și forme de artă, inclusiv ceramică antică, sculptură, laviuri și caligrafie pe mătase și hârtie, picturi ukiyo-e și imprimeuri din lemn, ceramică, origami și mai recent manga - desene animate și benzi desenate japoneze moderne -  împreună cu o multitudine de alte tipuri.
Primii locuitori ai Japoniei, oamenii din perioada Jōmon (cca 11.000-300 î.Hr.).  Au confecționat vase ceramice de depozitare decorate în mod generos, și figurine de lut numite „dogū”. Japonia a fost supusă unor invazii bruște de idei noi, urmate de perioade lungi de contact minim cu lumea exterioară. De-a lungul timpului japonezii au dezvoltat capacitatea de a absorbi, imita și în final asimila acele elemente ale culturii străine care le-au completat preferințele estetice. Cea mai timpurie artă complexă din Japonia a fost produsă în secolele al VII-lea și al VIII-lea în legătură cu budismul. În secolul al IX-lea, pe măsură ce japonezii au început să se îndepărteze de China și să dezvolte forme de exprimare indigene, artele laice au devenit din ce în ce mai importante; până la sfârșitul secolului al XV-lea, artele religioase și seculare înflorind. După Războiul Ōnin (1467-1477), Japonia a intrat într-o perioadă de perturbare politică, socială și economică, care a durat mai bine de un secol. În statul care a apărut sub conducerea shogunatului Tokugawa, religia organizată a jucat un rol mult mai puțin important în viața oamenilor, iar arta care a supraviețuit a fost în primul rând seculară.

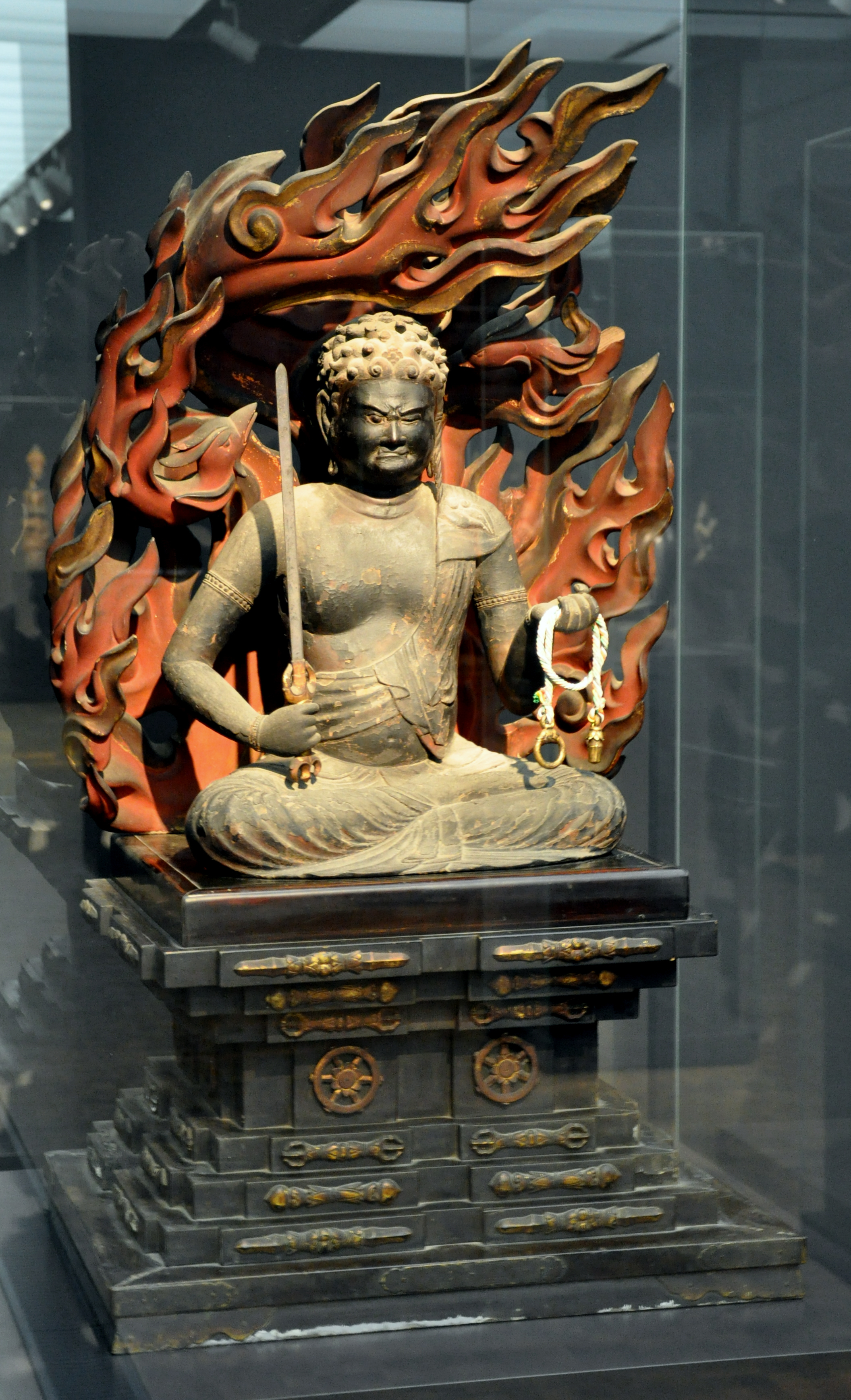
Fudo Myoo (Acala), rege al cunoașterii mistice; secolul al XII-lea târziu (perioada fujiwara); lemn de chiparos cu resturi de cadru colorat; Muzeul Rietberg (Zürich, Elveția)
Dulăpior; 1615–1868; lemn lăcuit; 23 x 25,4 x 16,6 cm; Muzeul de Artă din Cleveland (Cleveland, Ohio, SUA)
Halat; începutul anilor 1700; mătase și fir de metal brosat; per ansamblu: 139,7 x 133,3 cm; Muzeul de Artă din Cleveland
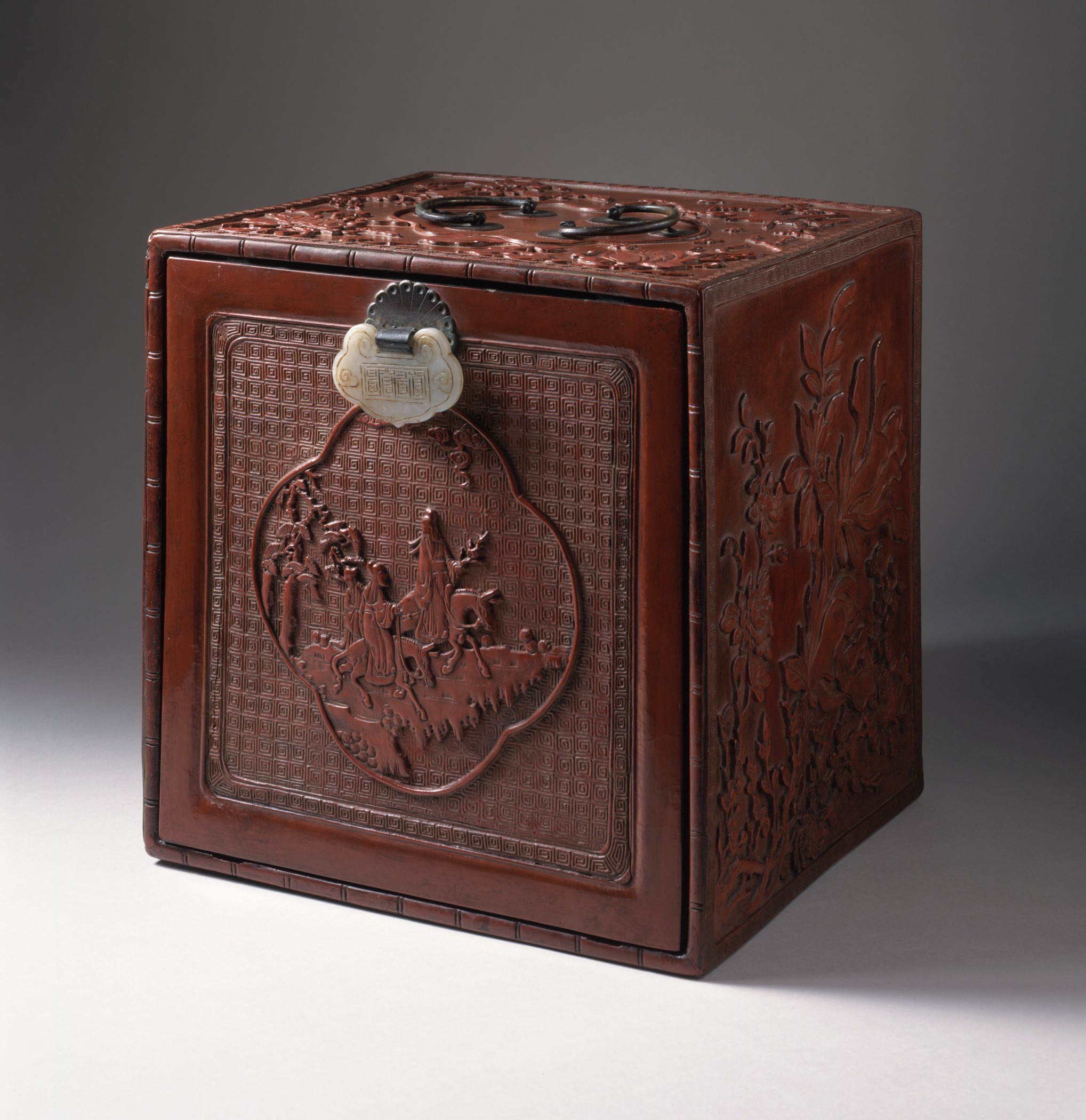
Cufăr japonez cu un cartuș în care apar niște măgari într-un peisaj; 1750-1800; lemn  lăcuit sculptat cu acesorii de metal și încuietoare de jad; 30,64 x 30,16 x 12,7 cm; Muzeul de Artă al Comitatului Los Angeles (SUA)
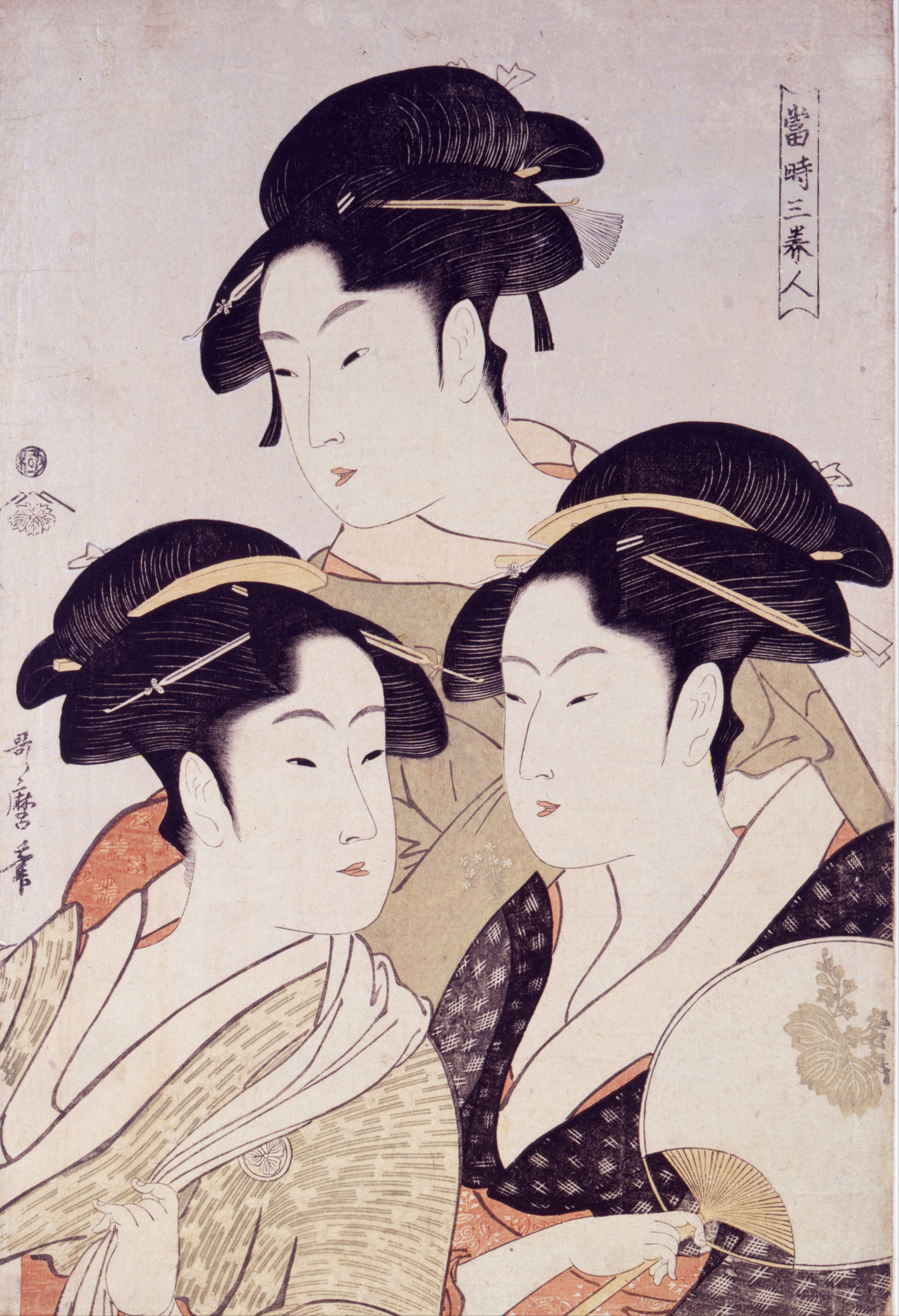
Trei Frumuseți ale Zilei Actuale; de Kitagawa Utamaro; circa 1793; înălțime: 3,87 cm, lățime: 2,62 cm; Muzeul de Artă din Toledo (Toledo, Ohio, SUA)
Farfurie; anii 1800; porțelan emailat supraglazurat; diametru: 48,3 cm, per ansamblu: 5,7 cm; Muzeul de Artă din Cleveland
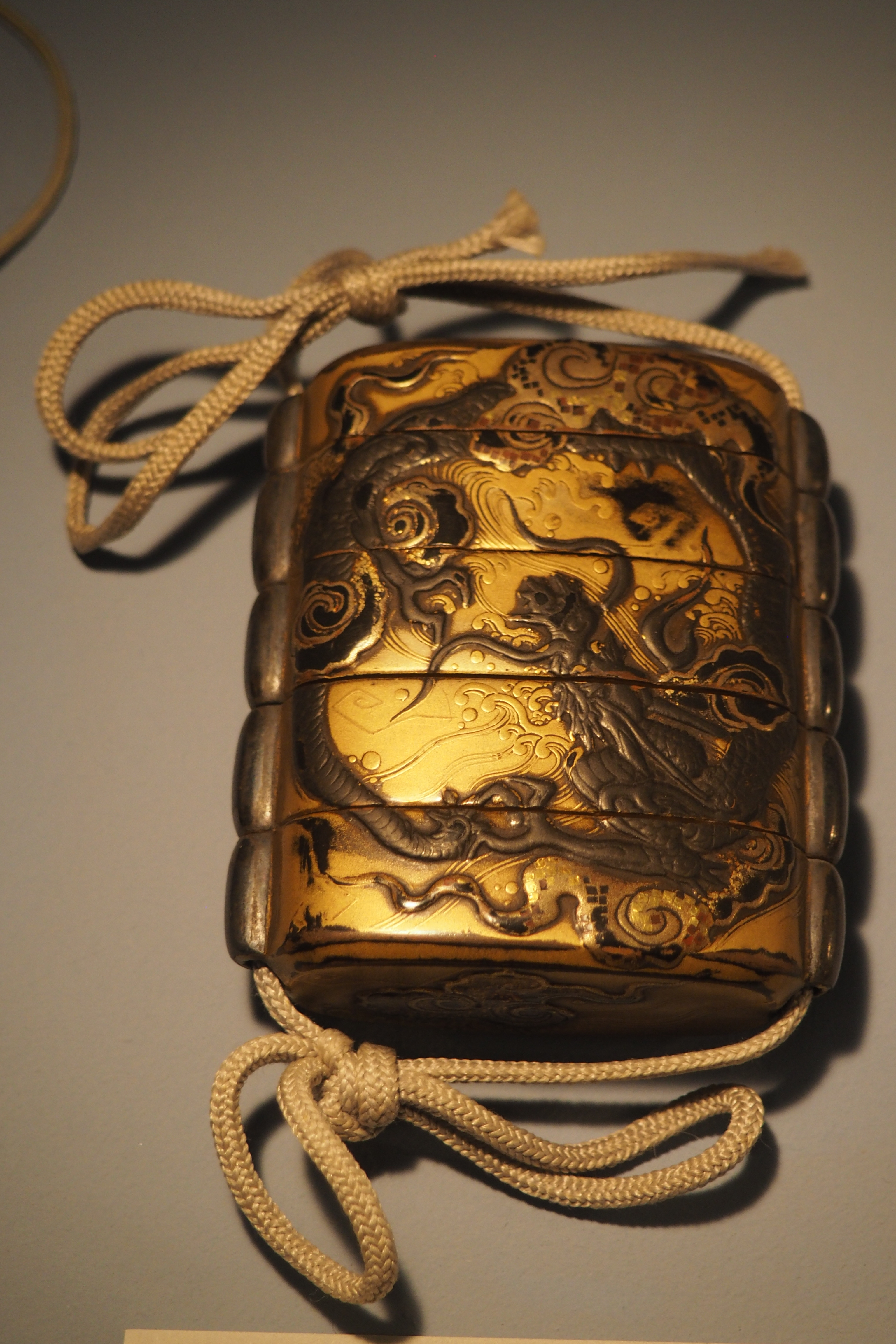
Inrō; secolul al XIX-lea; lemn lăcuit și aur; Muzeul de Istorie din Berna (Elveția)
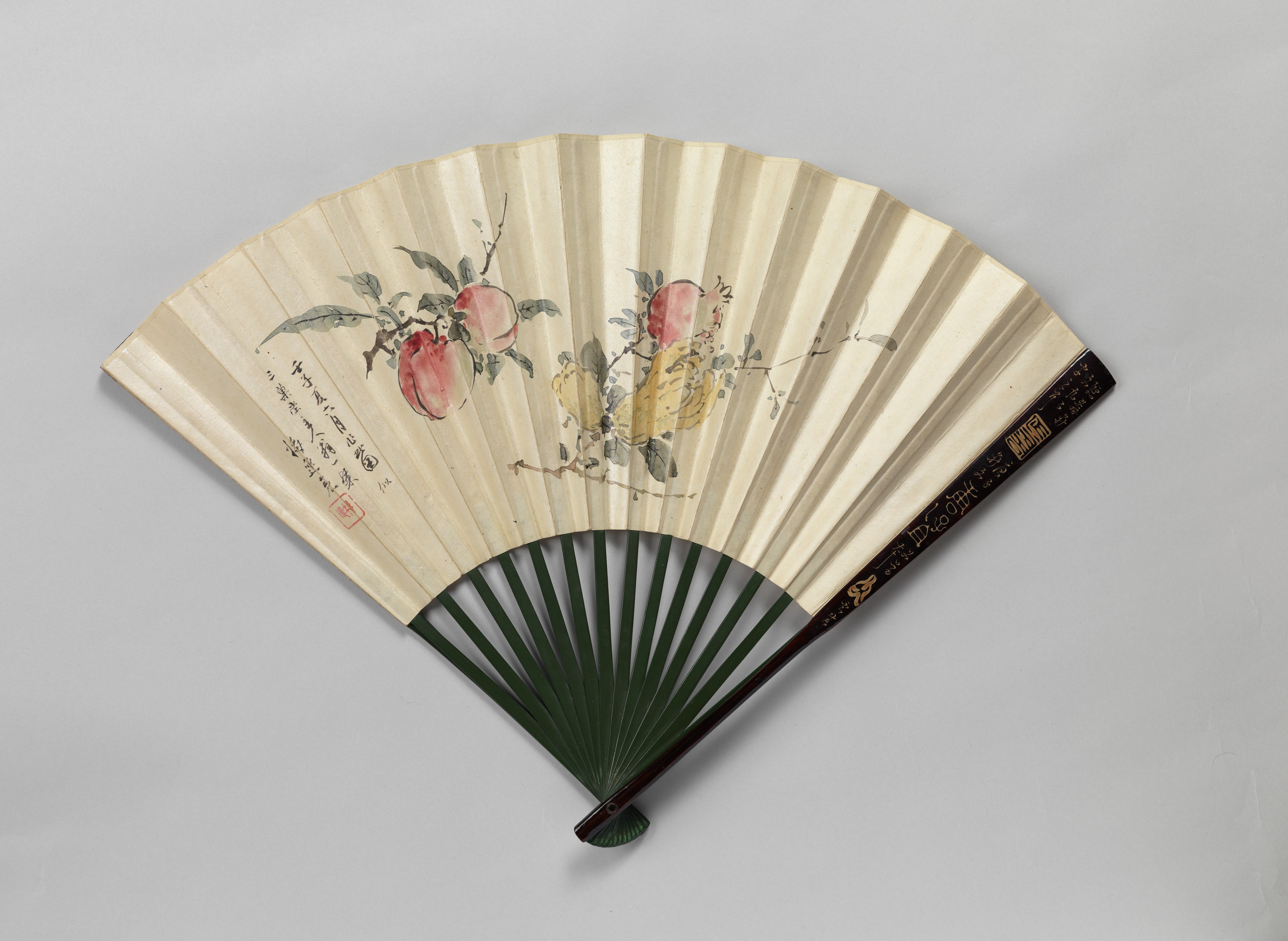
Evantai pictat; de Yamamoto Baiitsu; 1832; cerneală și culoare pe hârtie; imagine: 17 × 47,5 cm; Muzeul Metropolitan de Artă (New York City)

### Coreea
Arta coreană include tradiții în caligrafie, muzică, pictură și ceramică, adesea marcate de folosirea formelor naturale, ornamentelor de suprafață și de culori sau sunete îndrăznețe.
Primele exemple de artă coreeană constau în opere din Epoca de Piatră din 3000 î.Hr.. Ele constau în principal din sculpturi votive și, mai recent, petroglife, care au fost redescoperite. Perioada asta timpurie a fost urmată de stilurile artistice ale diferitelor regate și dinastii coreene. Artiștii coreeni au modificat uneori tradițiile chineze, cu o preferință autohtonă pentru eleganță simplă, spontaneitate și o apreciere pentru puritatea naturii.
Dinastia Goryeo (918–1392) a fost una dintre cele mai prolifice perioade pentru o gamă largă de discipline, în special olăria. Piața coreeană de artă e concentrată în districtul Insadong din Seul, unde peste 50 de galerii mici expun și licitații ocazionale de arte plastice. Galeriile sunt conduse în mod cooperativ, mici și deseori cu exponate curate și bine proiectate. În fiecare oraș există galerii regionale mai mici, artiștii locali prezentându-se prin materiale tradiționale și contemporane. Galeriile de artă au, de obicei, un mix de materiale folosite. Încercările de a aduce în prim plan arta conceptuală occidentală au avut cel mai bun succes în afara Coreei, la New York, San Francisco, Londra și Paris.

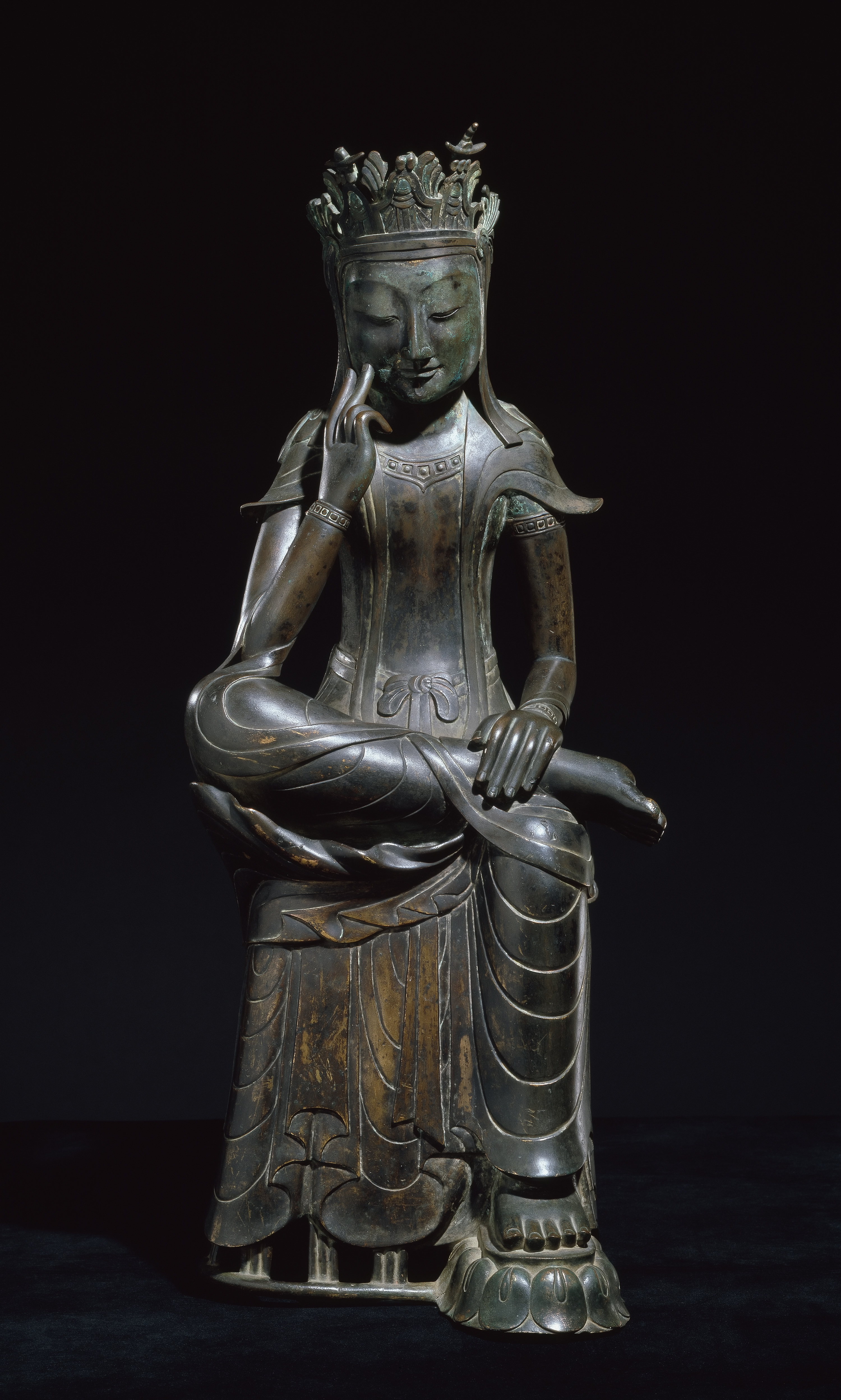
Statuie a lui Maitreya meditând; secolele al VI-lea-al V-lea; bronz aurit; înălțime: 83,2 cm; Muzeul Național al Coreei (Seul)
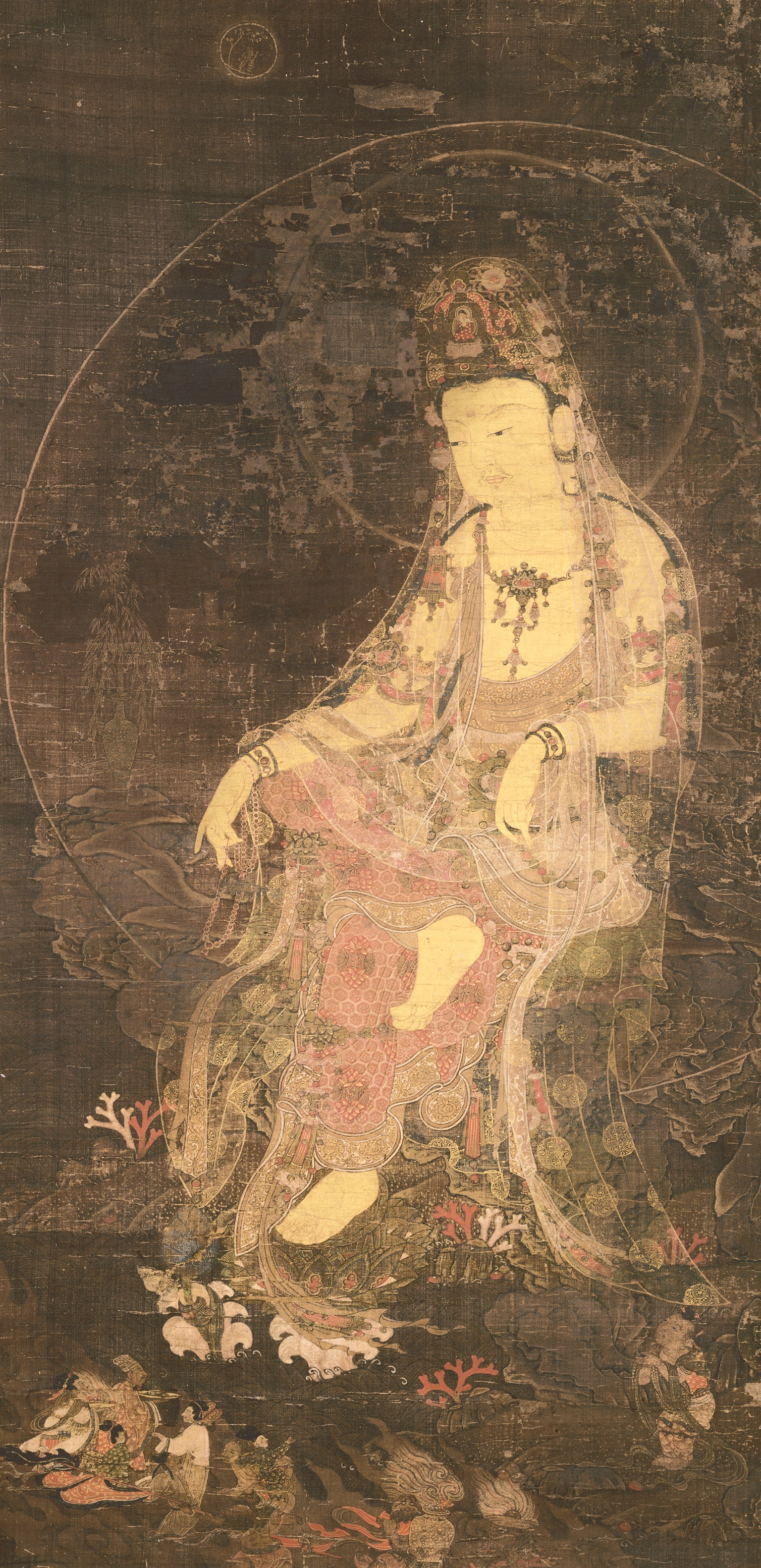
Kwanseumǔm; secolul al XIV-lea timpuriu; sul, cerneală și culori pe mătase; 1,14 x 0,55 m; Muzeul Metropolitan de Artă (New York City)
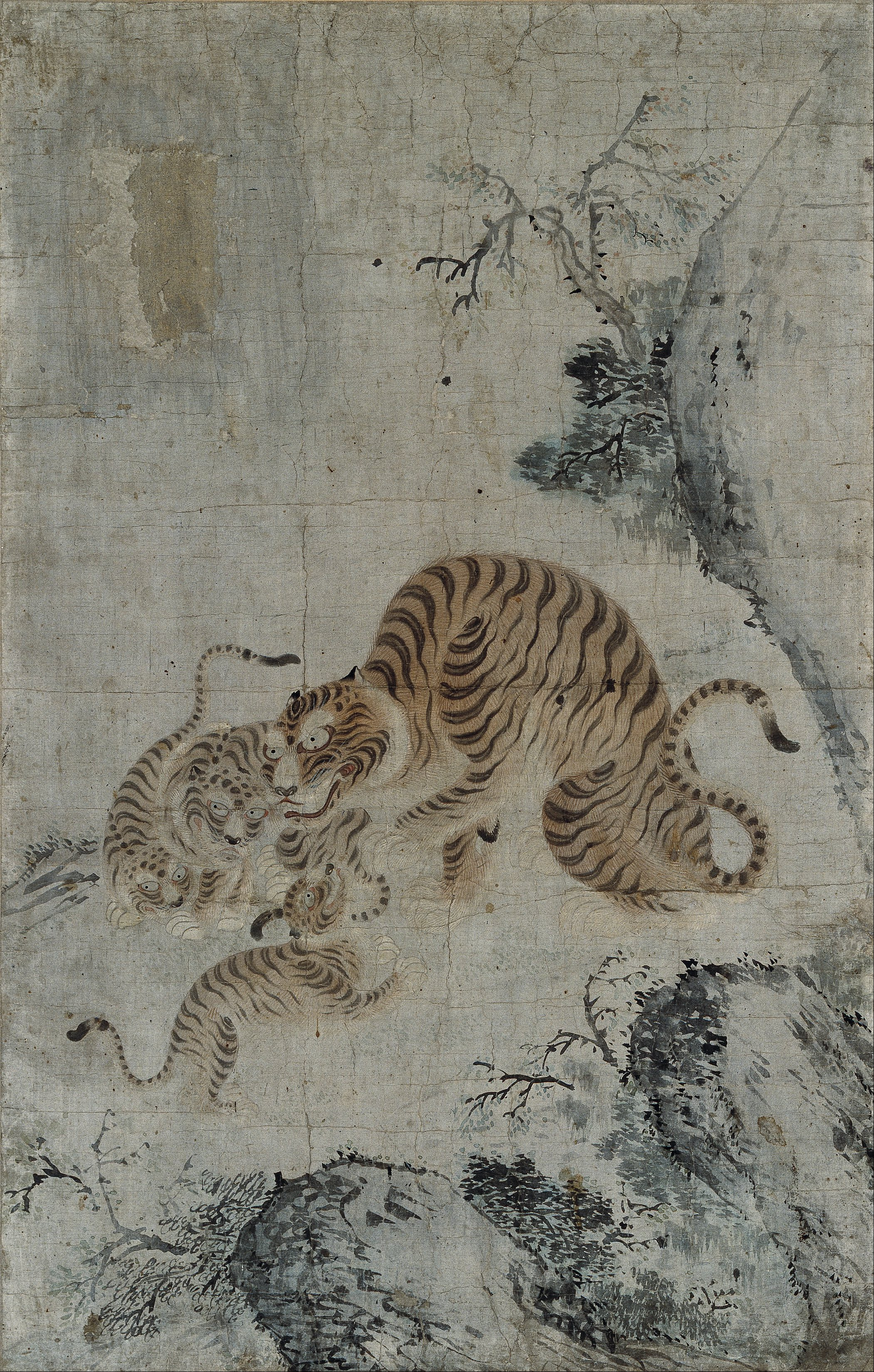
Familie de Tigri; secolul al XVII-lea; cerneală și culoare pe hârtie; înălțime: 584,20 mm, lățime: 371,47 mm; Muzeul de Artă din Denver (Denver, Colorado, SUA)
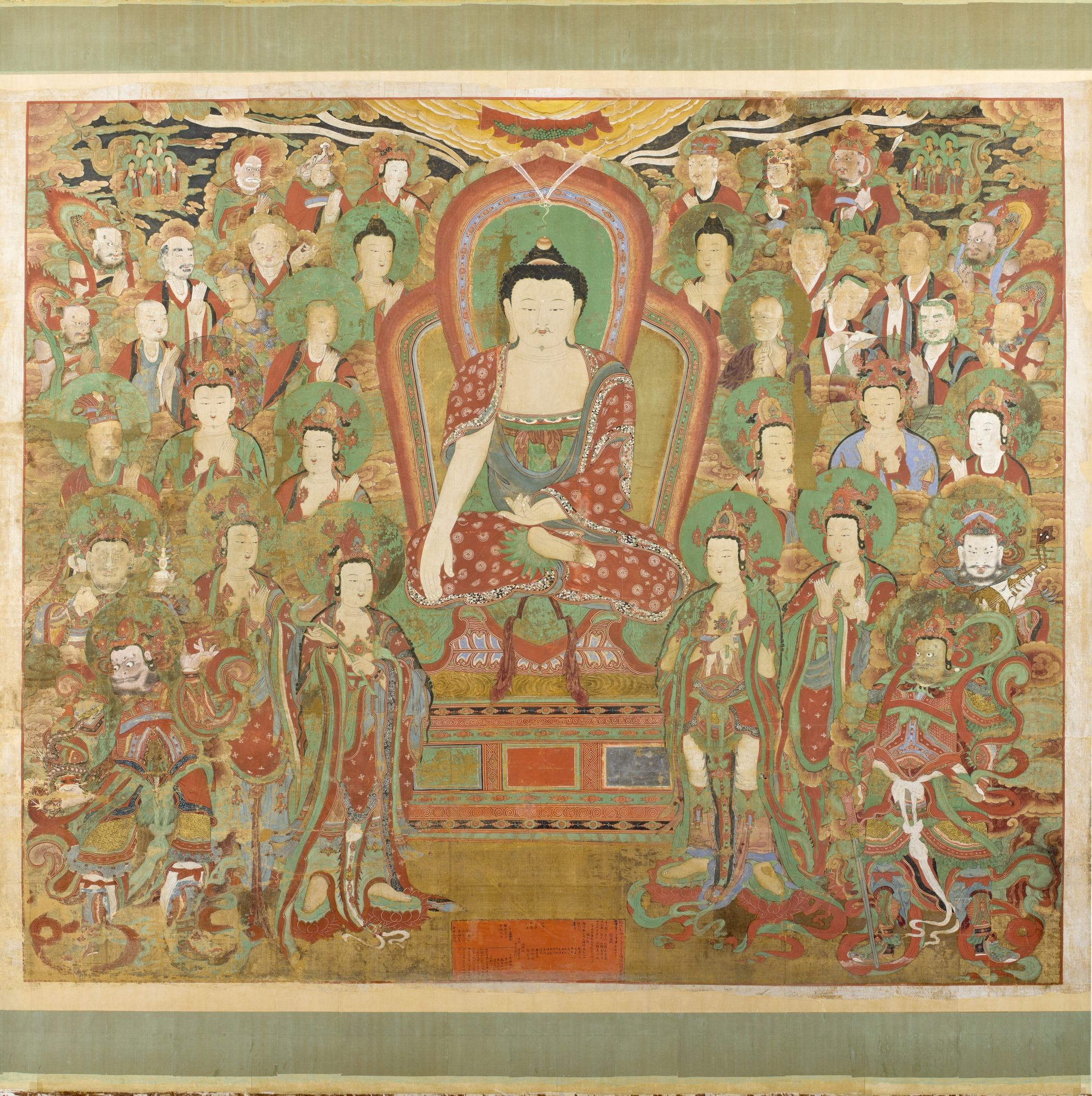
Buddha Seokgamoni (Shakyamuni) propovăduind adunării pe vârful vulturelui; 1755; cerneală și culoare pe mătase; aproximativ 335,28 x 406,4 cm; Muzeul de Artă al Comitatului Los Angeles (SUA)

### Asia de Sud-Est

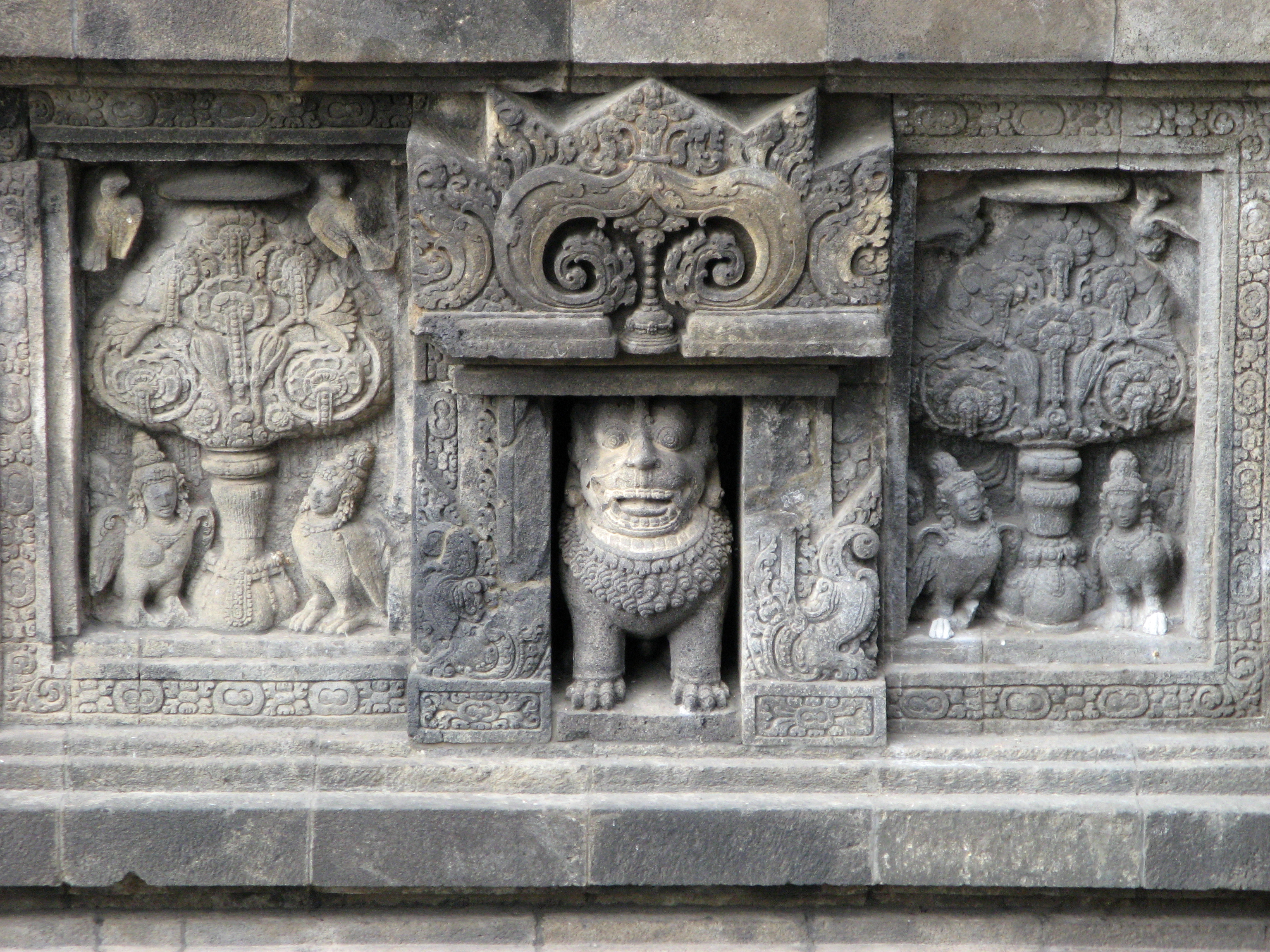
Panou Prambanan; secolul al IX-lea timpuriu; piatră vulcanică; înălțime: circa 23 cm. Panoul ăsta decorează Candi Loro Jonggrang, sau Fecioara subțire a templului, monumentul principal al complexului de temple Prambanan din Java centrală (Indonezia). Găzduiește o statuie a lui Durga, consoarta lui Shiva

Arta din Asia de Sud-Est, o regiune care se întinde din Birmania (cunoscută și ca Myanmar) și insula indoneziană Sumatra din vest până la Papua Noua Guinee și Filipine în est, este extraordinar de bogată și variată, din cauza multor influențe culturale din India care au venit odată cu introducerea hinduismului și a budismului în primele secole d.Hr.. Aici trăiesc populații cu origini etnice foarte diverse, vorbind sute de limbi diferite și existente în diferite etape ale evoluției culturale. Cu doar câteva excepții, popoarele astea au fost supuse pe parcursul istoriei la influențe culturale exterioare de intensitate diferită din lumea islamică, China și Occident, precum și din India. O mare parte din arta asiatică de sud-est e de natură religioasă. Pătrunderea influențelor hinduse și budiste din India a fost deosebit de profundă în țările continentale ca Birmania, Thailanda, Cambodgia și Laos. Influențele creștine sunt predominante în Filipine și Timorul de Est. Influențele chineze au fost mai limitate, cu excepția Vietnamului, care a fost sub hegemonia chineză din secolul al II-lea î.Hr. până în secolul al X-lea d.Hr.
Primii conducători din Asia de Sud-Est au construit temple de stat ca să-și stabilească legitimitatea și ca să dea expresie materială puterii și autorității lor. Ele au fost adesea decorate cu reliefuri de o mare vitalitate și originalitate, care totuși s-au conformat întotdeauna convențiilor iconografice consacrate pentru înfățișarea temelor hinduse și budiste.
Artiștii din Asia de Sud-Est au excelat de mult timp la fresce și la pictura pe lac, în special în țările budiste ale continentului și în Baliul hindus: fresce, în general, pictate pe pereții interiori ai galeriilor care înconjoară incintele templului, și lac vopsit care e aplicat în principal obiectelor din lemn: panouri, dulapuri, cutii, uși și obloane. Subiectul ambelor forme de pictură e, în general, limitat la reprezentări ale zeităților hinduse; povești din epopeile hinduse, Ramayana și Mahabharata; episoade istorice din viața lui Buddha și povești din viețile sale anterioare (jataka-uri);  și alte teme hinduse sau budiste.

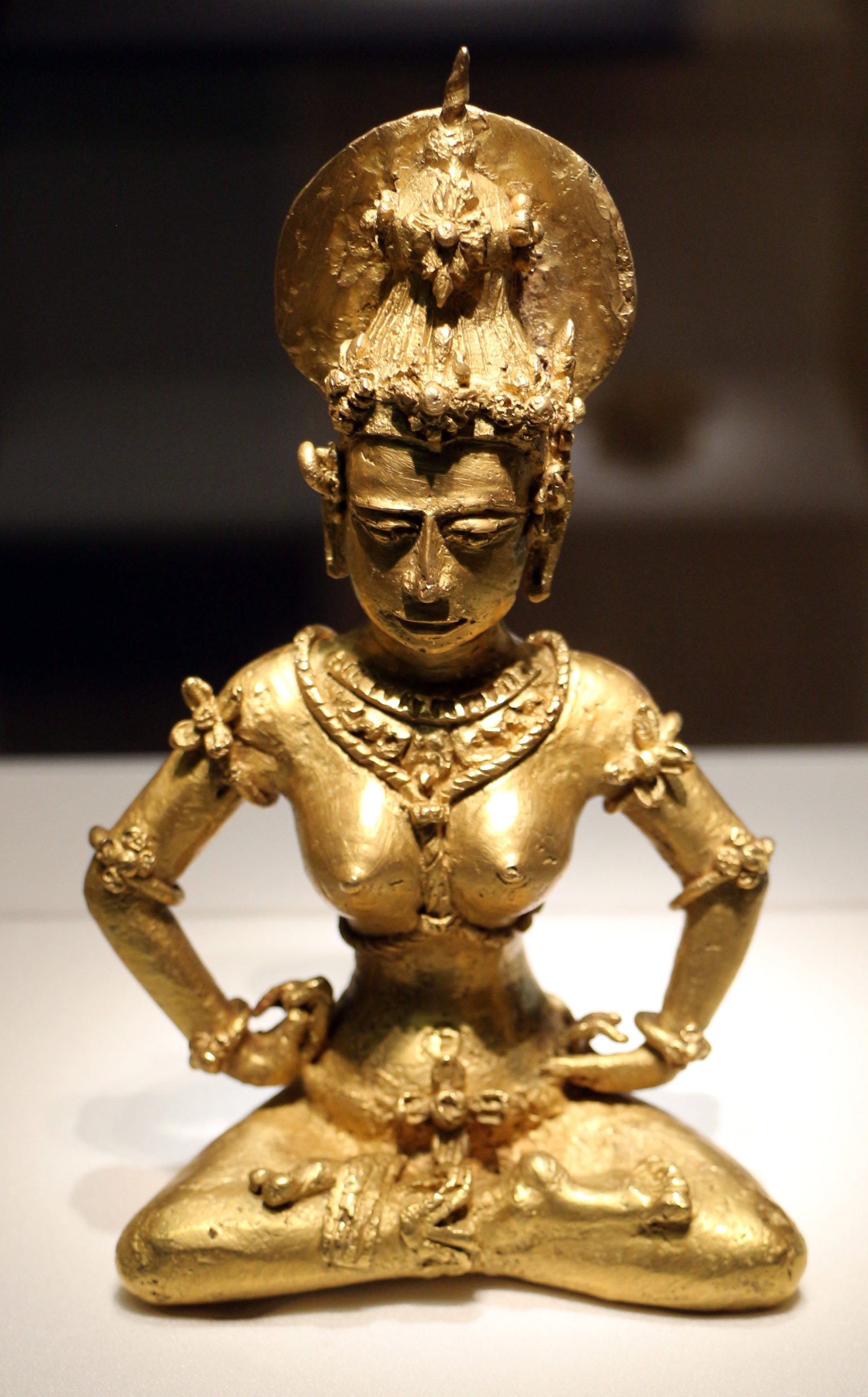
Statuetă; secolele al IX-lea-al X-lea; aur; din Filipine; Muzeul de Istorie Naturală Field (Chicago)
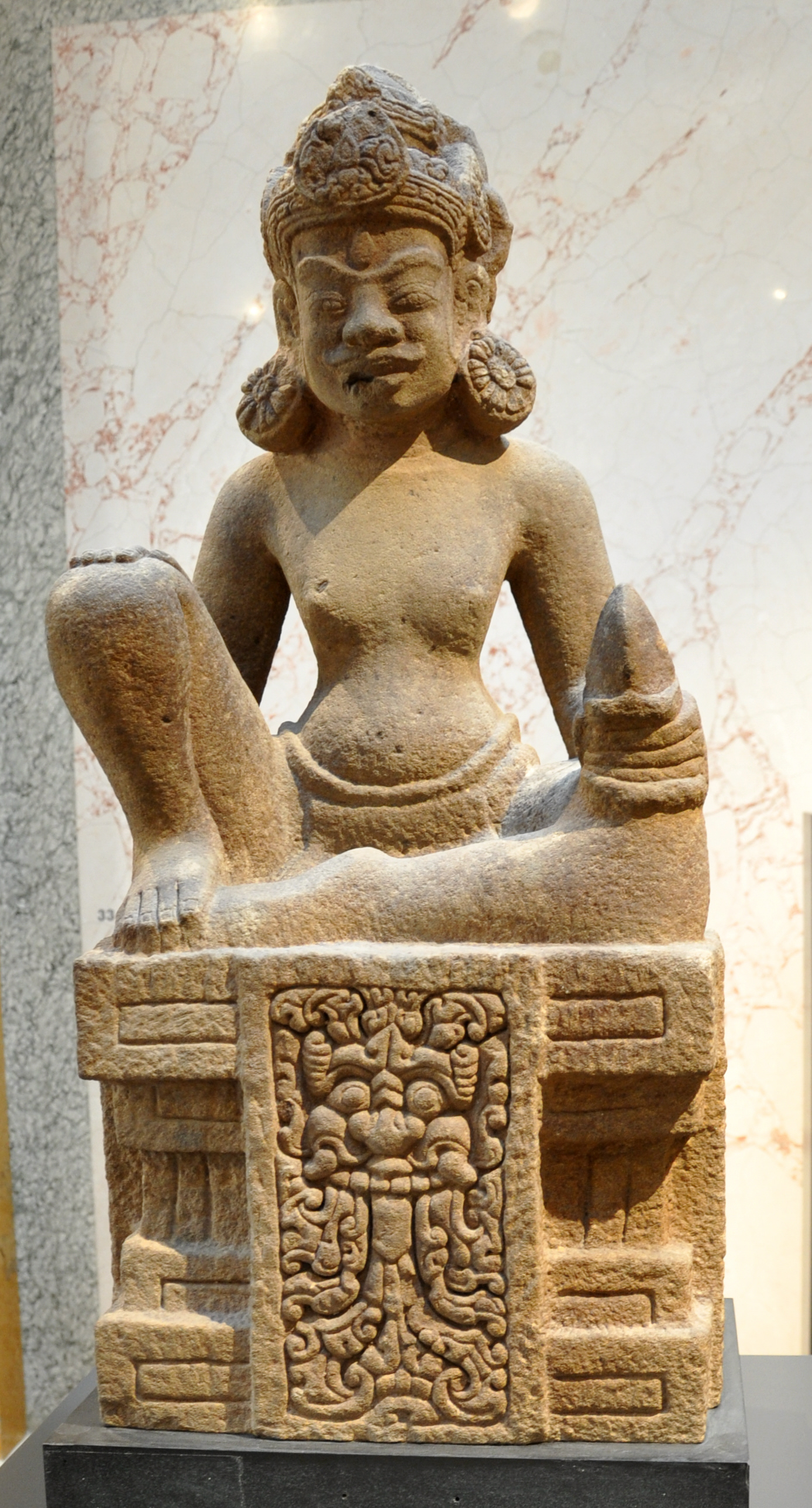
Zeitate așezată; secolul al IX-lea târziu; gresie; din Champa;  Seated deity; late 9th; sandstone; from Champa (provincia Quảng Nam, Complexul de Temple Dong-du'o'ng); Muzeul Rietberg (Zürich, Elveția)
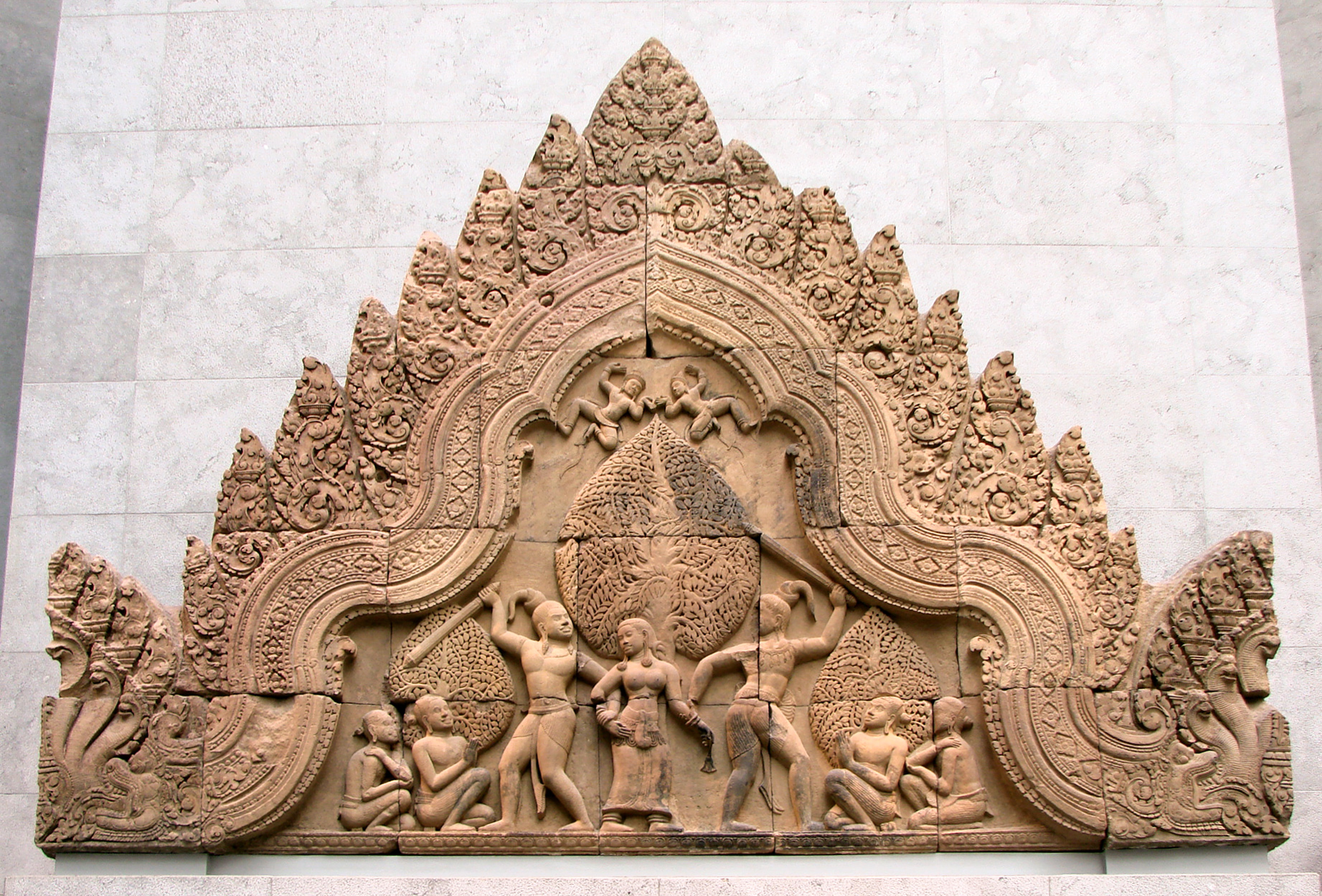
Frontonul Tollitama; 976; gresie roz; 196 x 269 cm; din Cambodgia; Muzeul Guimet (Paris)
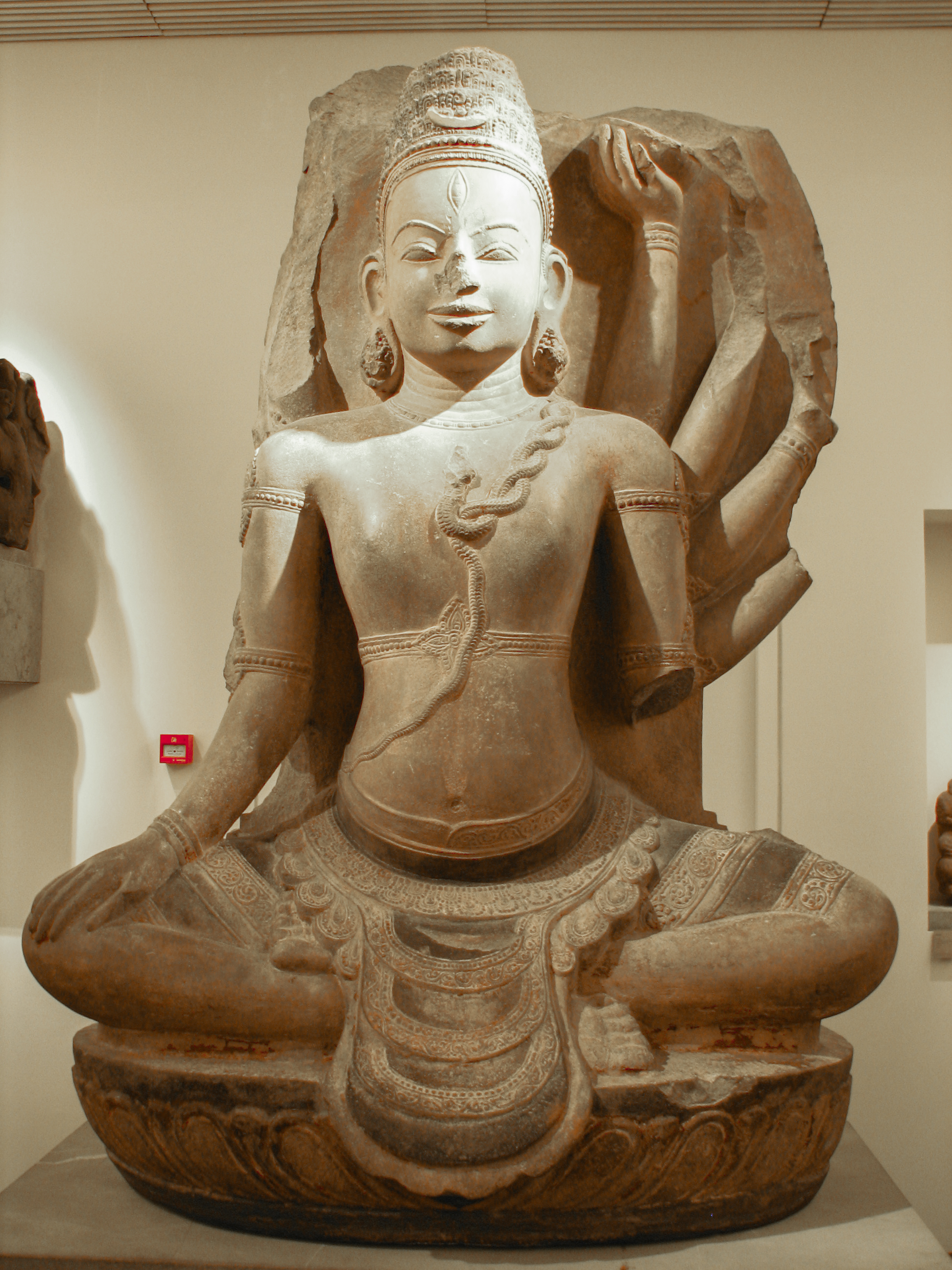
Statuie a lui Shiva; secolele al X-lea-al XII-lea; gresie; înălție: 150 cm; Muzeul Guimet
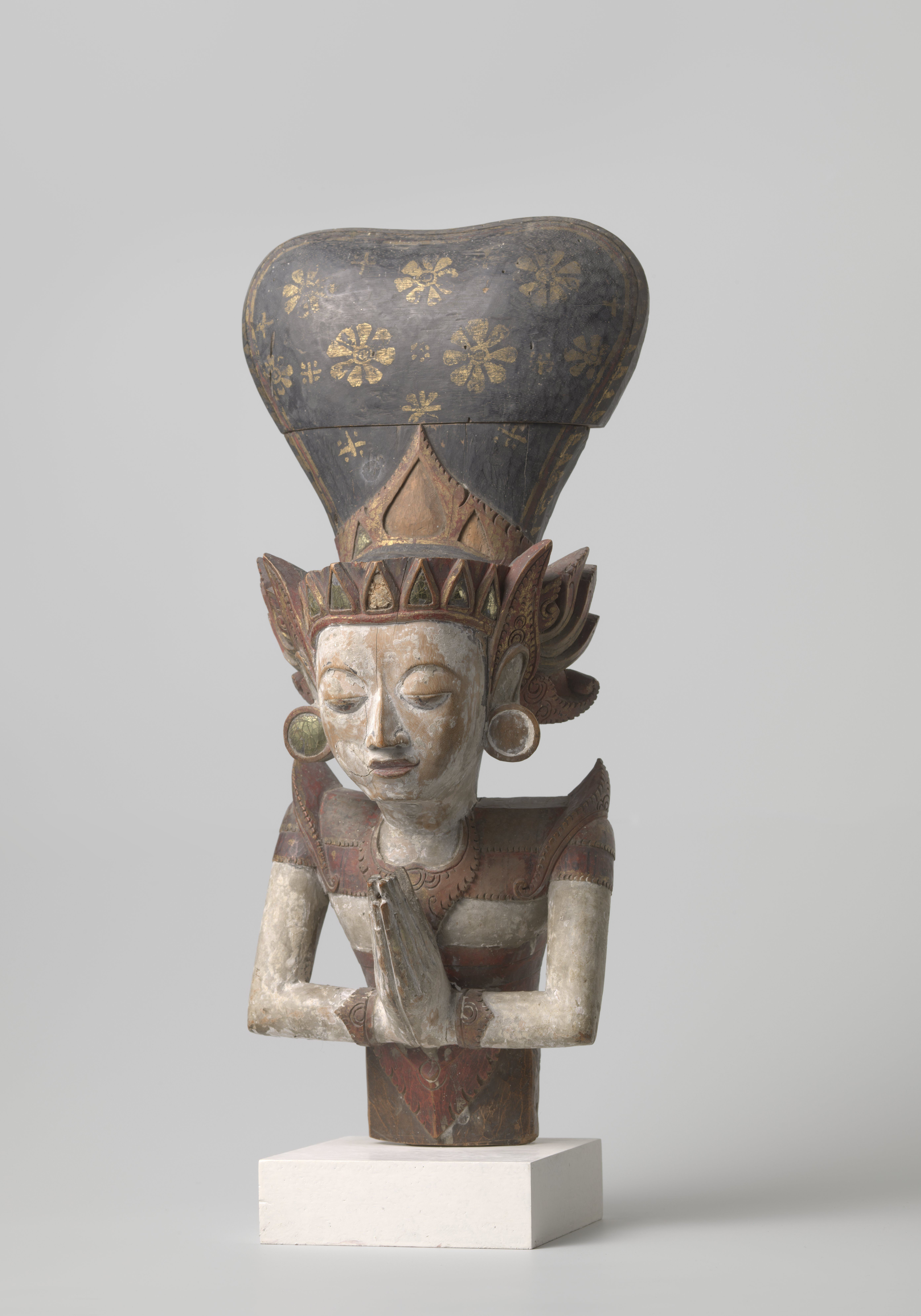
Statuie a unei zeițe; 1775-1825; lemn, sticlă, vopsea și aurire; înălțime: 41,2 cm, lățime: 18,5 cm, adâncime: 12 cm, greutate: 1,5 kg; Rijksmuseum (Amsterdam, Țările de Jos)
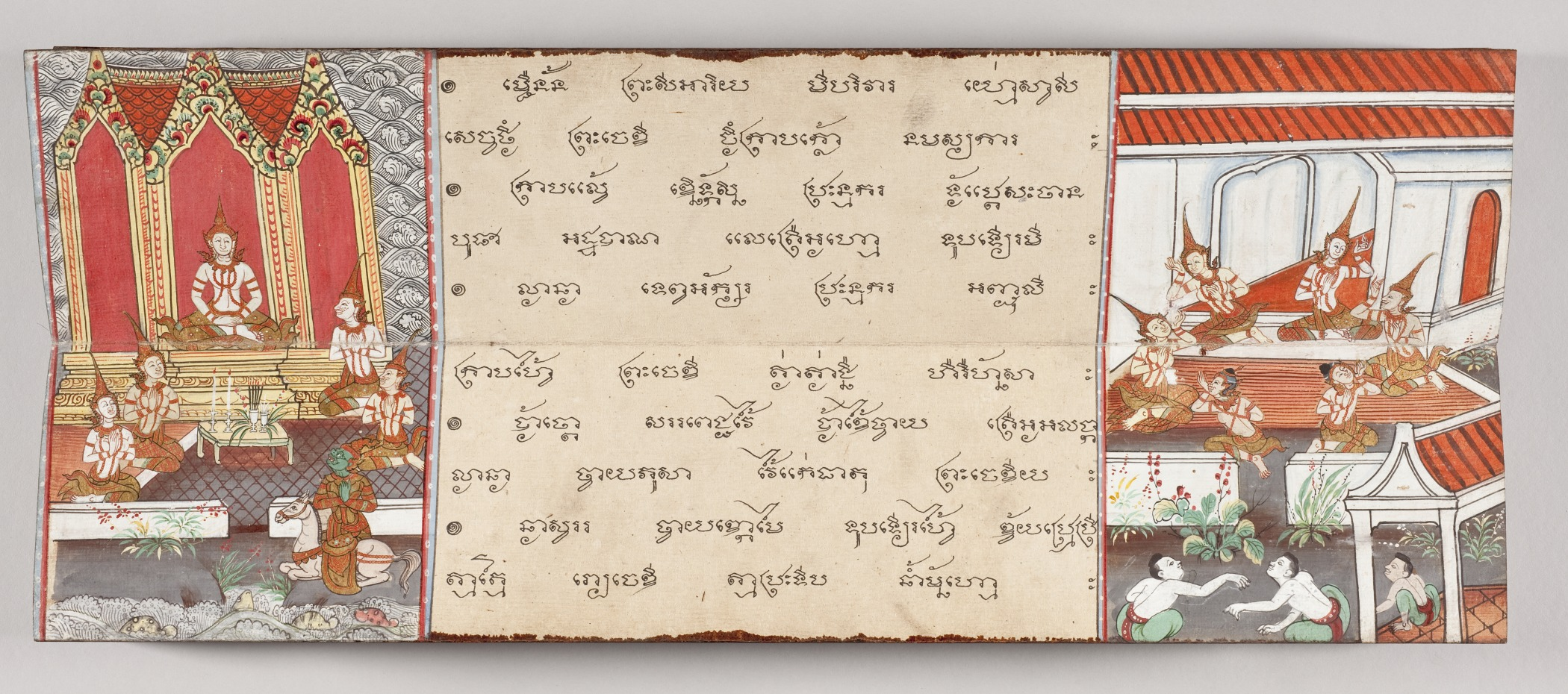
Pagină a manuscrisului thailandez Phra Malai; 1860–1880; acuarele opace și cerneală pe hârtie, coperțile: hârtie aurită și lăcuită; 13,97 x 68,26 x 6,35 cm; Muzeul de Artă al Comitatului Los Angeles (SUA)
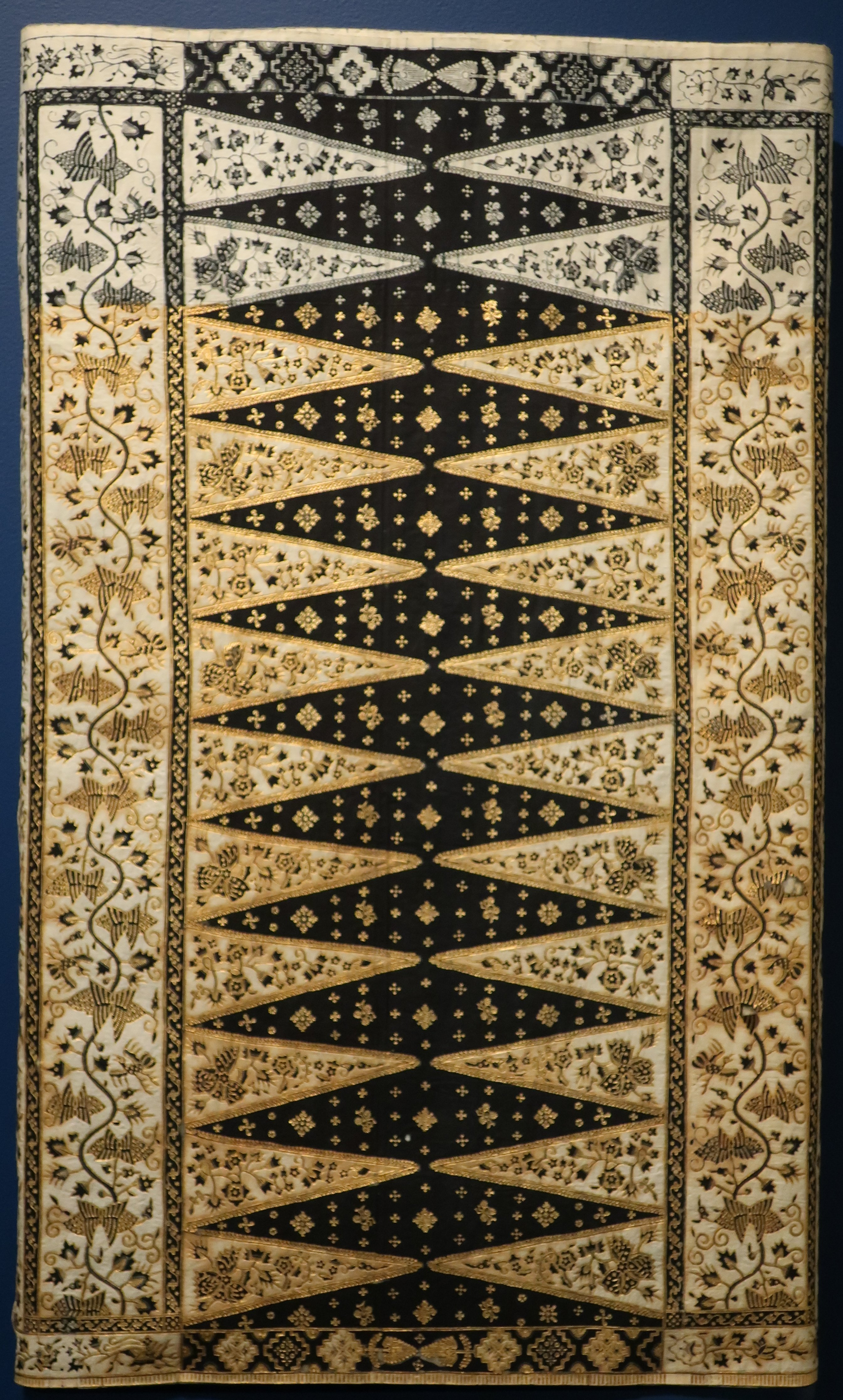
Kain sarong prada (pânză de fustă ceremonială); din Indramaya (Java, Indonezia); secolul al XIX-lea târziu; bumbac, foiță de aur și culori; Muzeul de Artă din Honolulu (Hawaii, SUA)
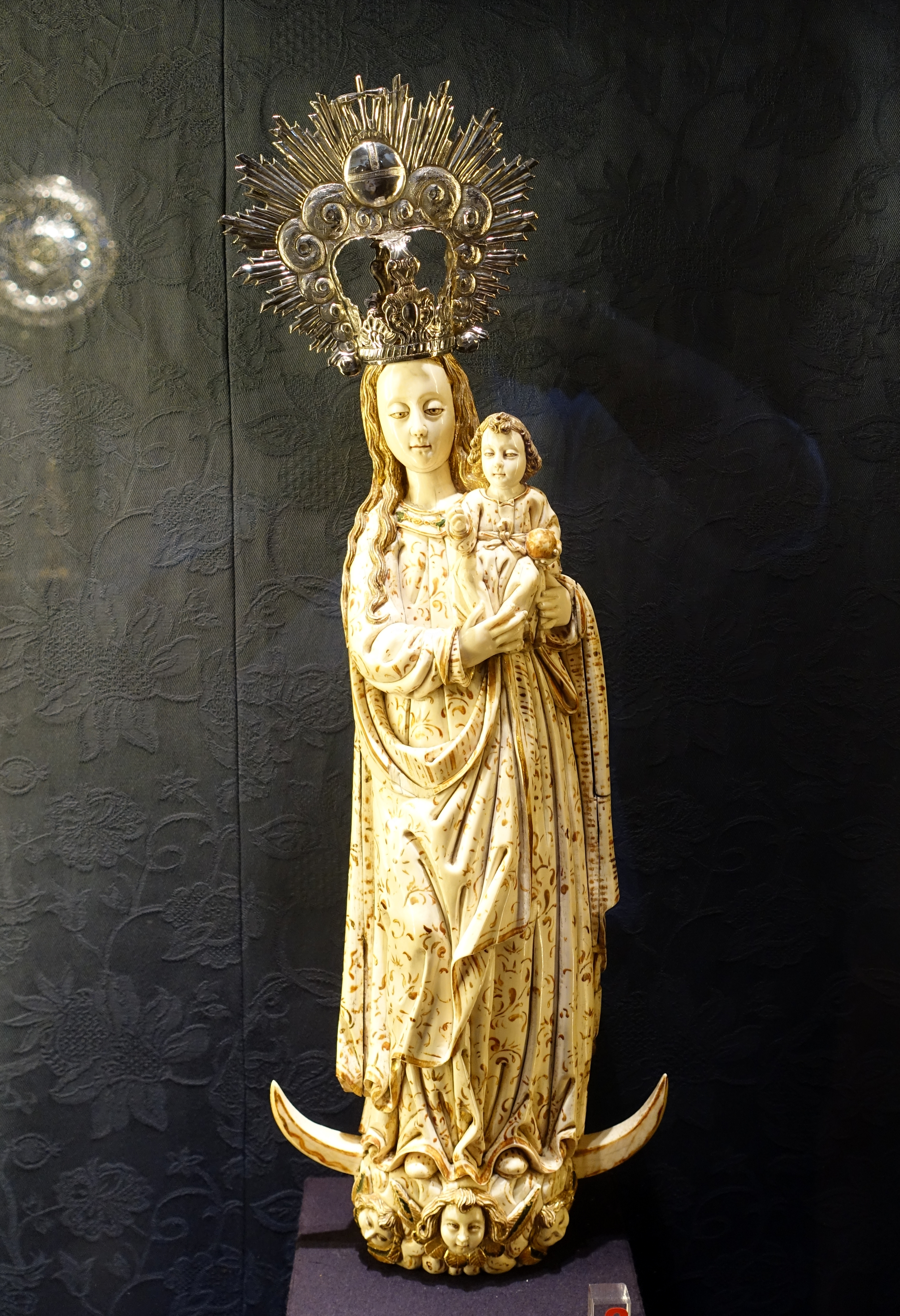
Statuetă a Madonei cu copilul; anii 1600; fildeș cu argint; din Filipine; Catedrala din Sevilla (Spania)
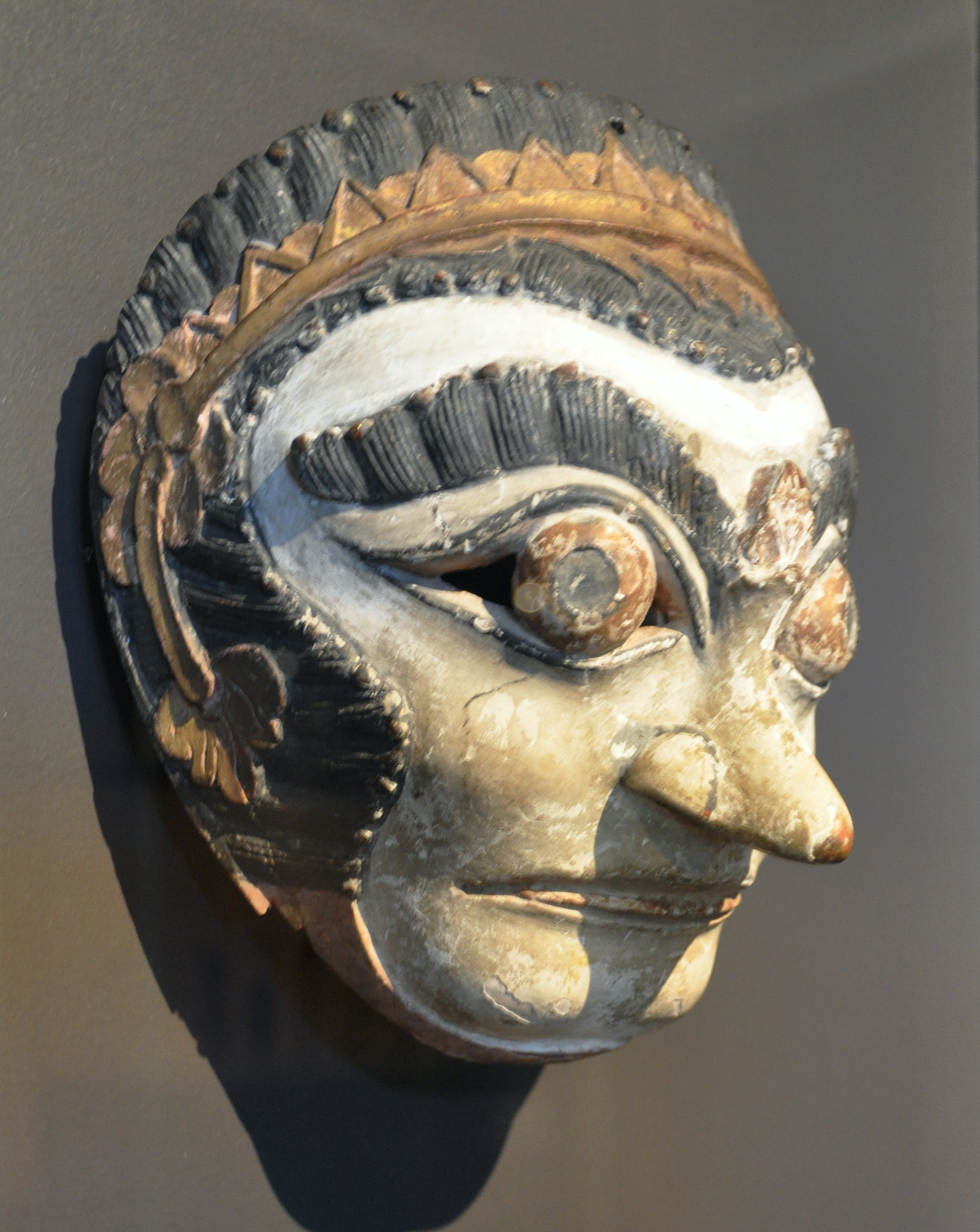
Mască a lui Prabu Dewakusuma, prinț din Jenggala; circa 1890; lemn pictat; din estul Javei; Muzeul Rietberg
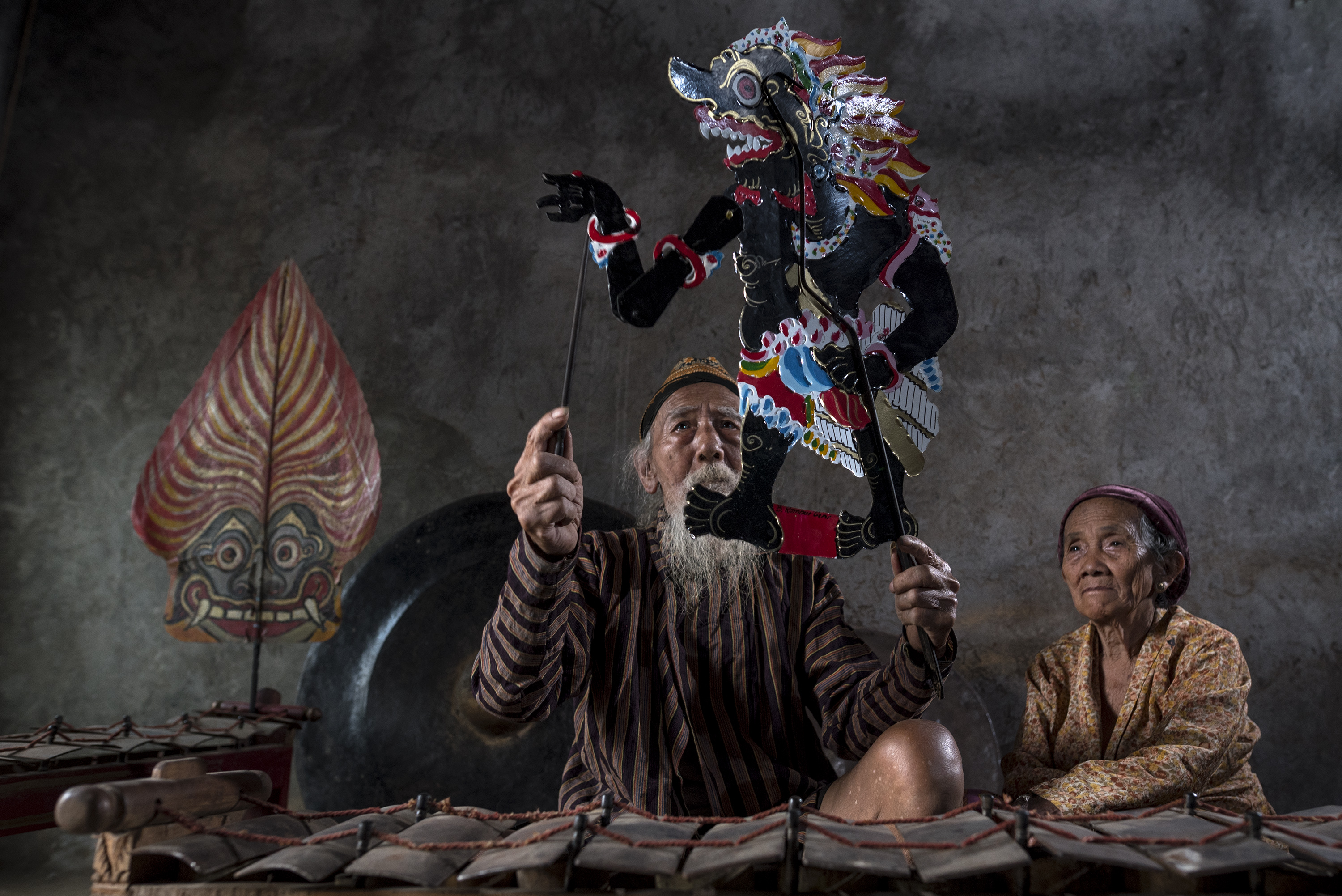
Wayang Kulit-ul, cunoscut și ca Wajang Koelit, e o formă de teatru de marionete care e practicată în Java, Indonezia și alte părți ale Asiei de Sud-Est

## Africa

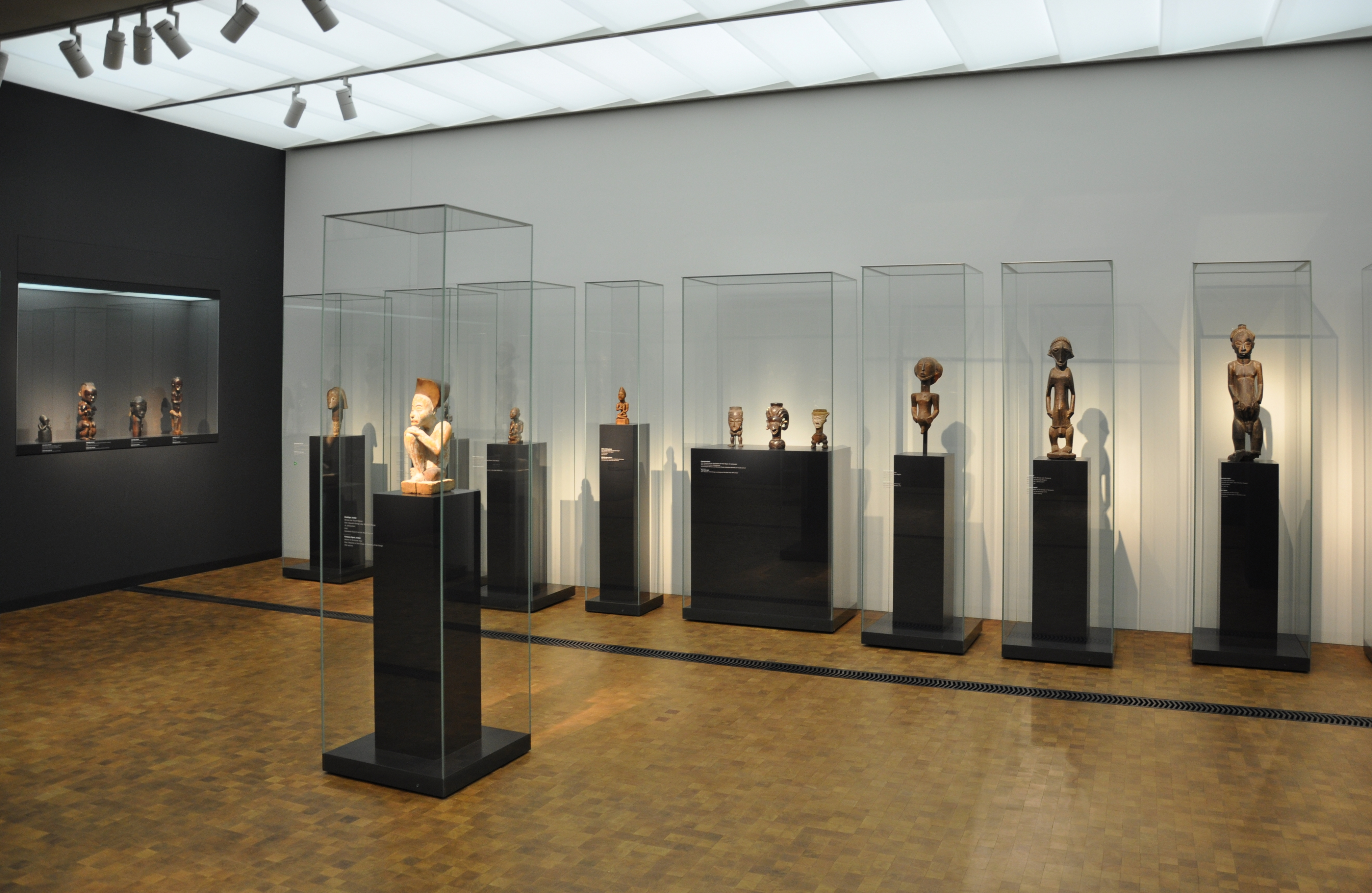
Opere de artă africane expuse în Muzeul Rietberg din Zürich (Elveția), în august 2011

Arta africană include atât sculpturi, tipificate de turnările de aramă ale poporului benin, cât și de arta populară. Concomitent cu Evul Mediu European, în secolul al XI-lea, o națiune care a creat arhitectură grandioasă, sculpturi de aur și bijuterii complexe a fost apărut în Marele Zimbabwe.  Sculptura impresionantă a fost simultan turnată din alamă de poporul yoruba din ceea ce este acum Nigeria. O astfel de cultură a luat amploare și a fost transformată în cele din urmă pentru devenind Regatul Benin, unde s-au creat elemente de altare elegante, capete de aramă, plăci de aramă și palate. Regatul Benin a fost încheiat de britanici în 1897, iar în prezent, în Nigeria a rămas puțin din arta culturii. 
Africa subsahariană se caracterizează printr-o densitate mare de culturi. De remarcat sunt poporul dogon din Mali; popoarele edo, yoruba, igbo și cultura Nok din  Nigeria; popoarele kuba și luba din Africa Centrală; poporul ashanti din Ghana; poporul zulu din Africa de Sud; poporul fang din Guineea Ecuatorială (85%), Camerun și Gabon; civilizația Sao din Ciad; poporul kwele din estul Gabonului, Republica Congo și Camerun.
Numeroasele formele de artă africană sunt componente ale unora dintre cele mai vibrante și mai receptive tradiții artistice din lume și sunt integrante în viețiile africanilor. Create cu scopuri specifice, operele de artă pot să-și dezvăluie importanța continuă prin transformări fizice care le îmbunătățesc atât aspectul, cât și potența. Multe forme de artă tradițională africană sunt create ca conducte pentru lumea spiritelor și schimbă aspectul, deoarece materialele sunt adăugate ca să le sporească frumusețea și potența.

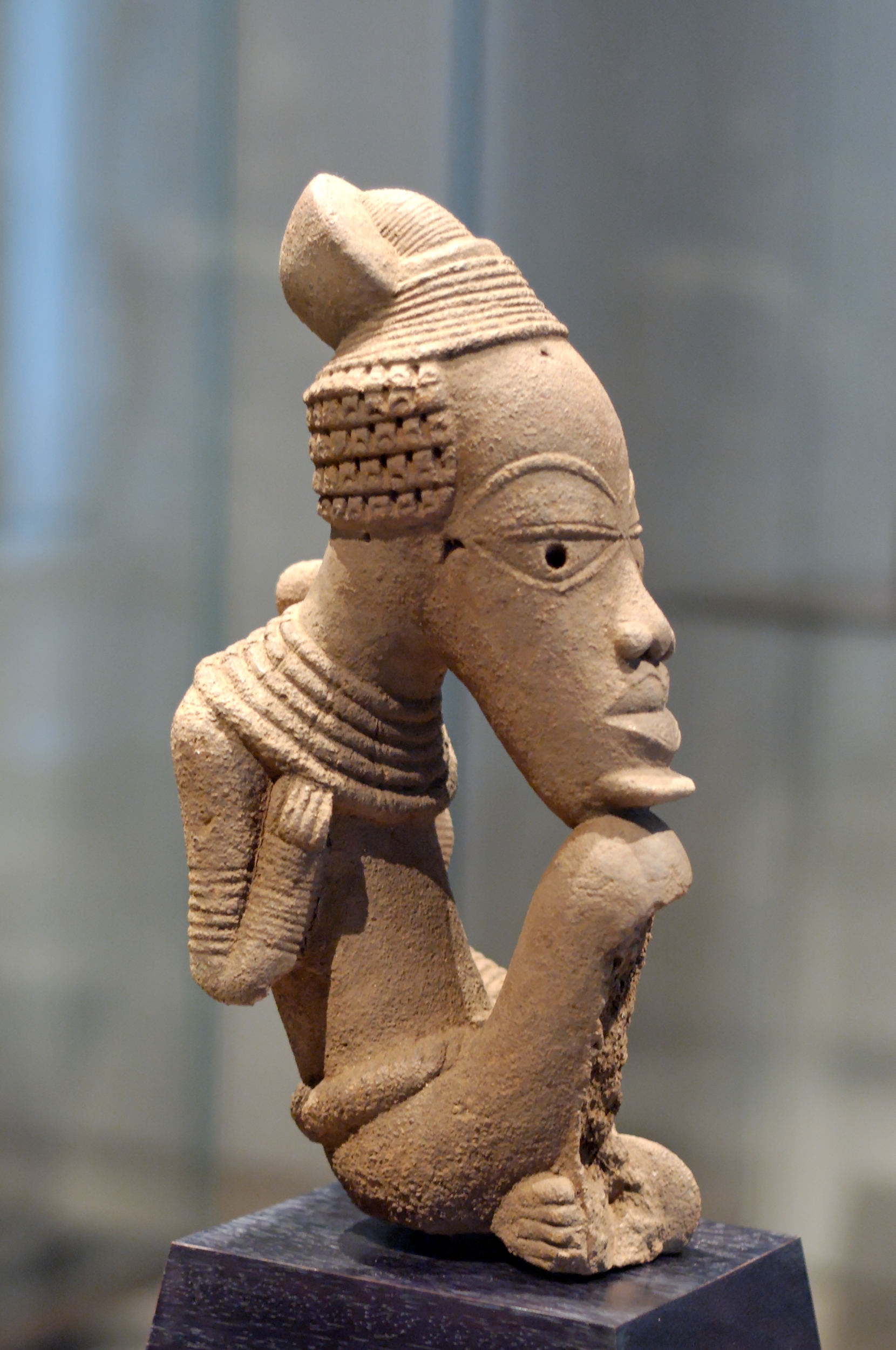
Figurină așezată; a culturii Nok; secolul al V-lea î.Hr.-al V-lea d.Hr.; teracotă; înălțime: 38 cm; Musée du quai Branly (Paris)
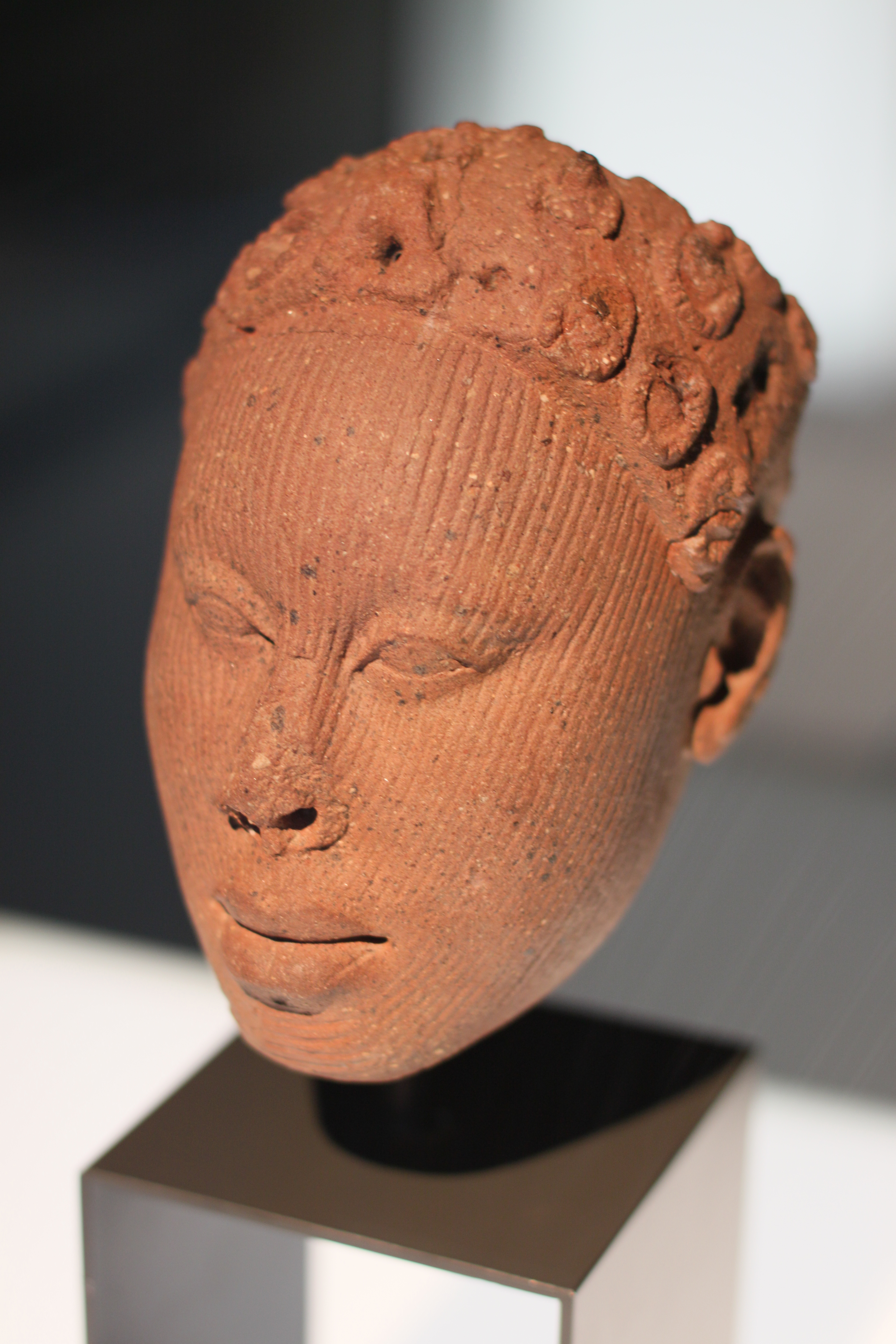
Cap al unui rege sau demnitar; al poporului yoruba; secolele al XII-lea-al XV-lea; teracotă; descoperit la Ife (Nigeria); Muzeul Etnologic din Berlin (Germania)
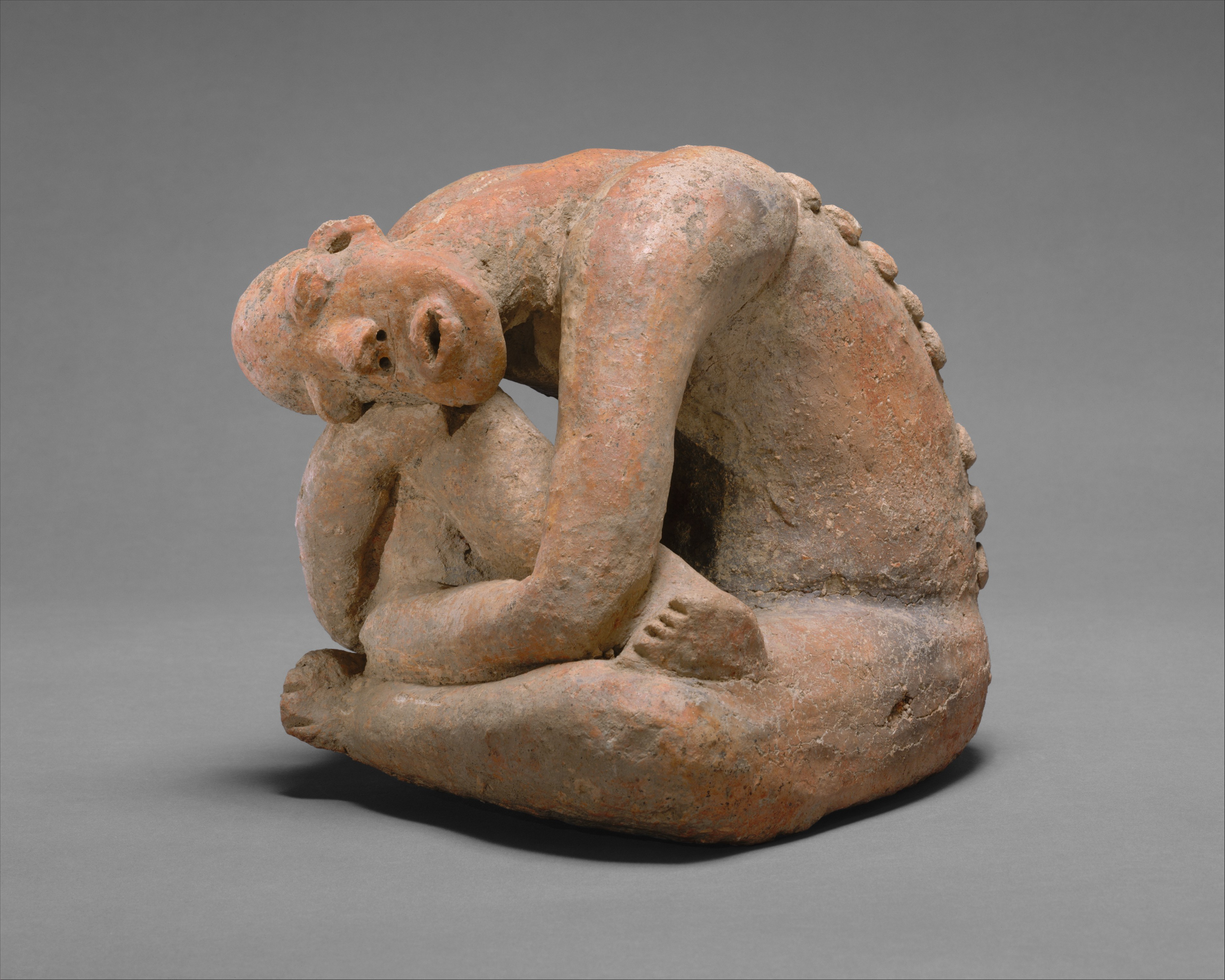
Figurină așezată; secolul al XIII-lea; teracotă; înălțime: 29,9 cm; de la Djenné-Djenno (Mali); Muzeul Metropolitan de Artă (New York City)
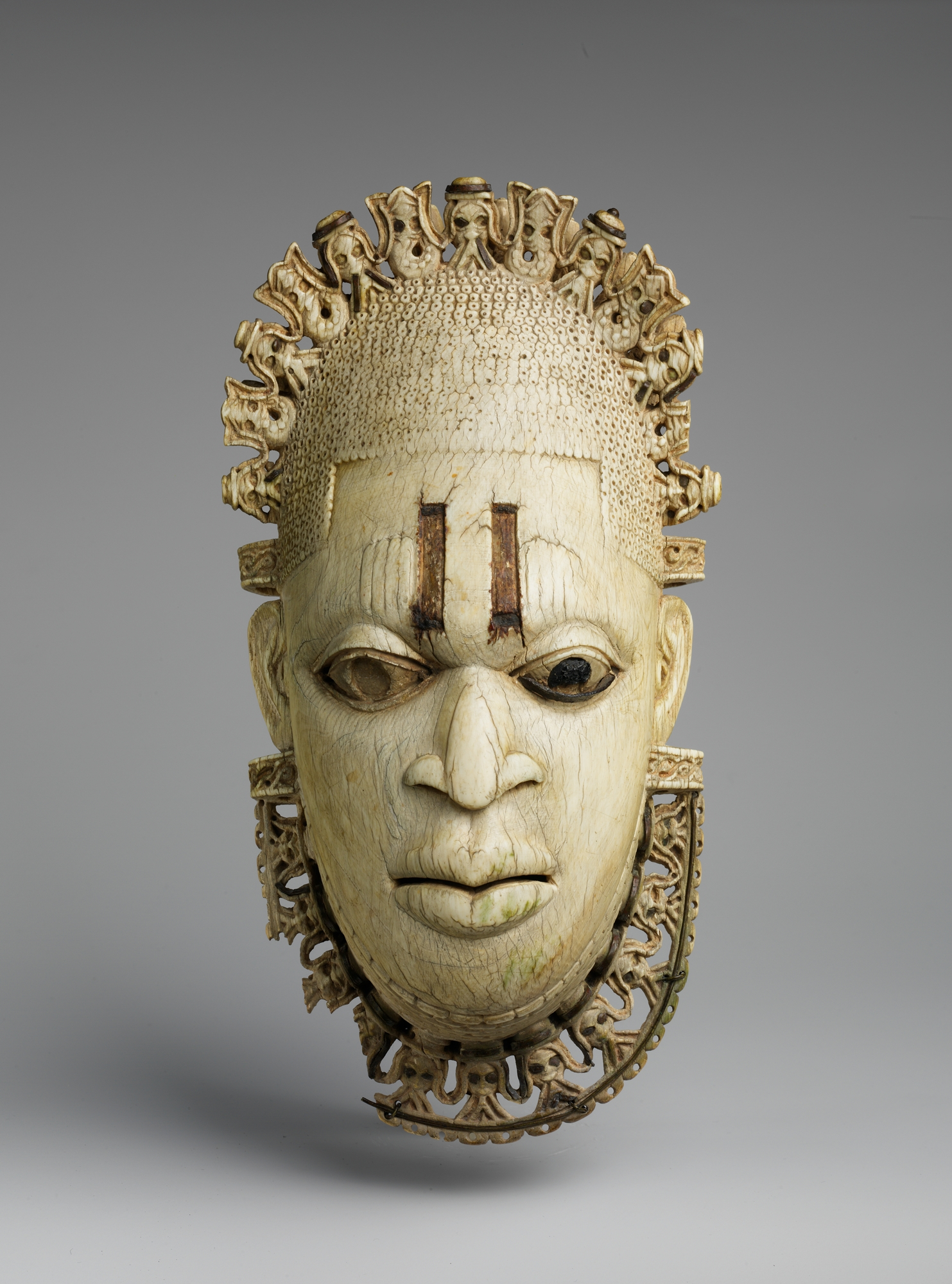
Mască care o reprezintă pe regina-mamă Idia; din Regatul Benin; începutul secolului al XVI-lea; fildeș cu incrustație de fier; înălțime: 23,8 cm, lățime: 12,7 cm, adâncime: 8,3 cm; Muzeul Metropolitan de Artă
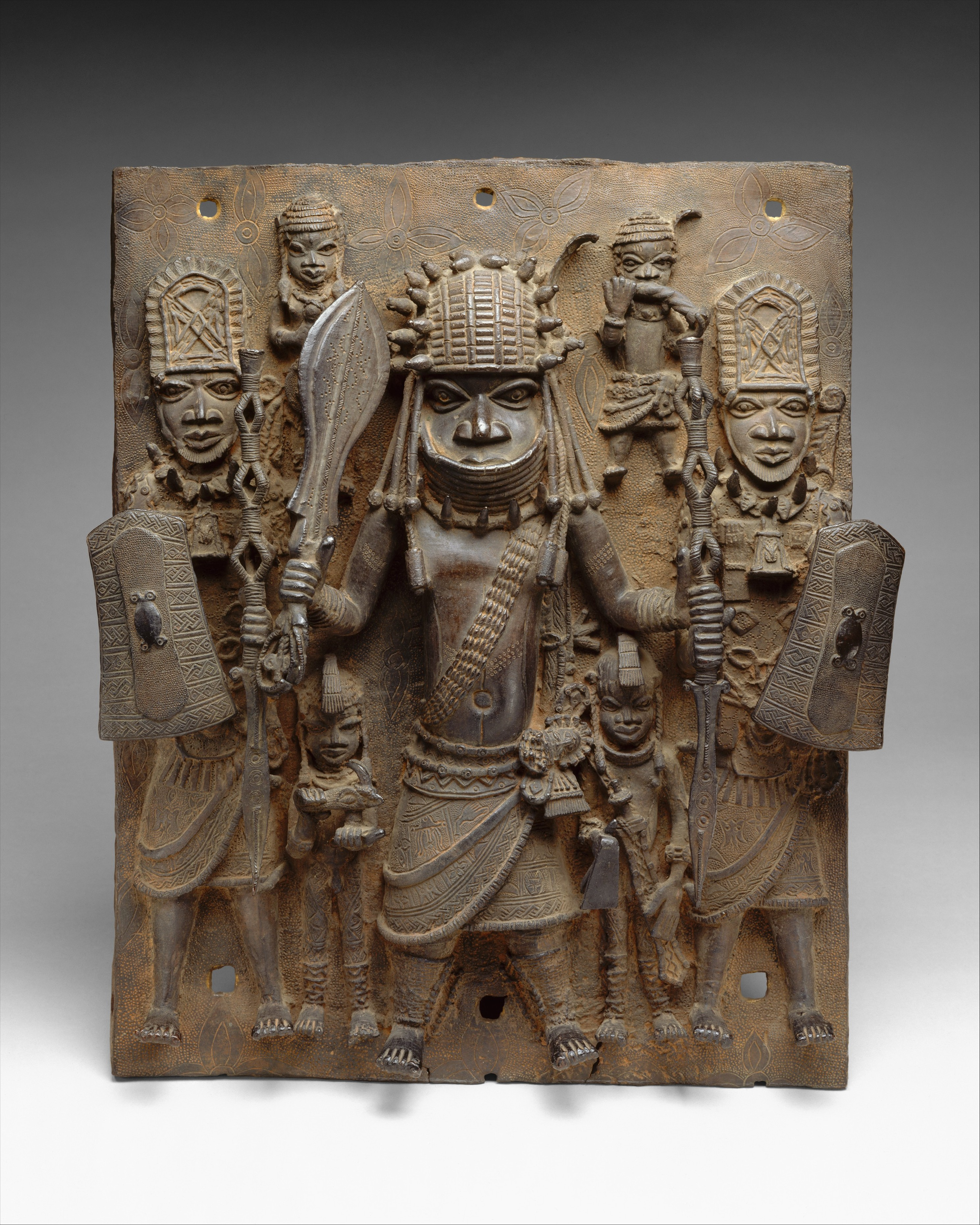
Placă cu luptători și însoțitorii; din Regatul Benin; secolele al XVI-lea-al XVII-lea; alamă; înălțime: 47,6 cm; Muzeul Metropolitan de Artă
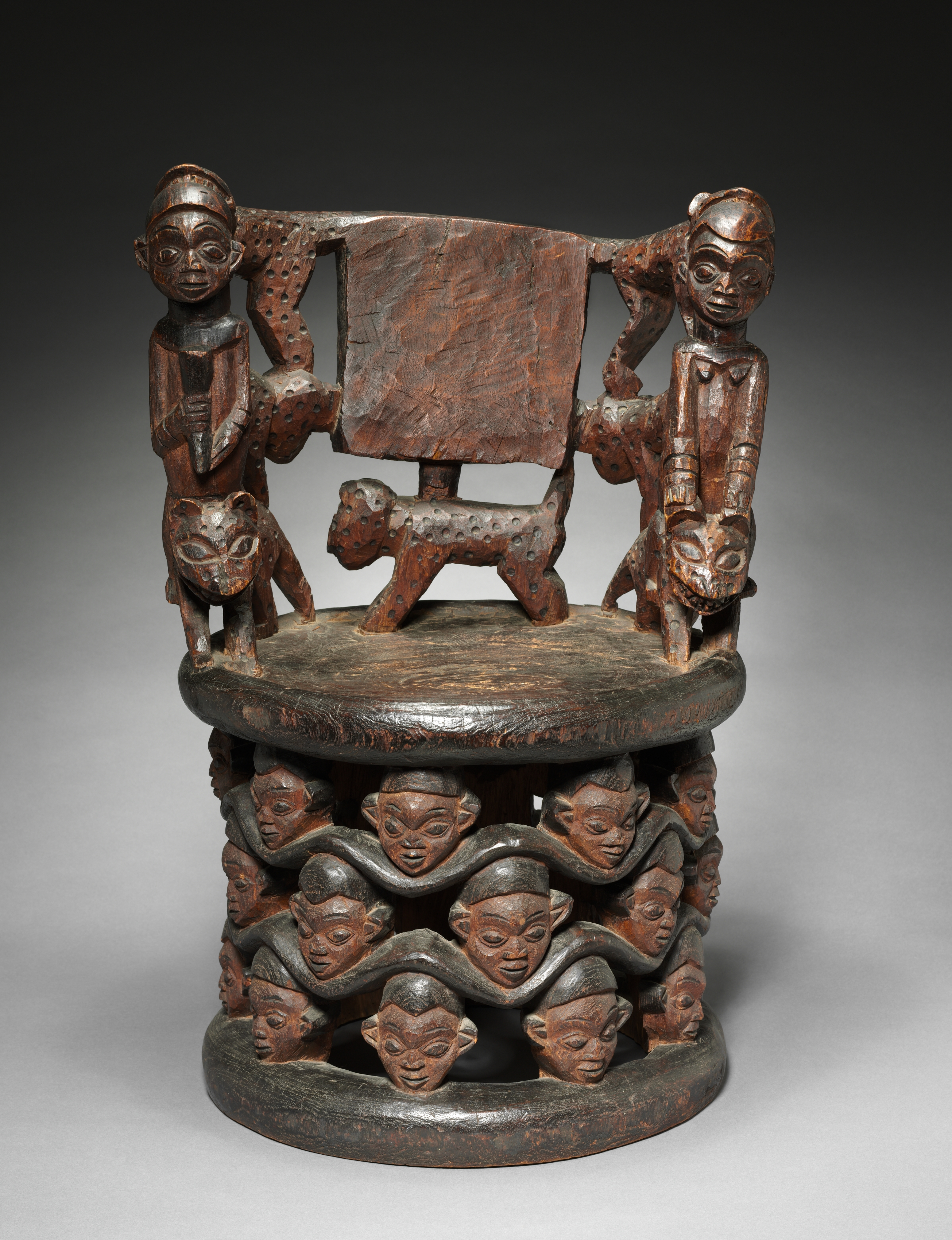
Scaun; al poporului babanki; circa 1800; lemn; per ansamblu: 80,7 x 53,3 x 44,5 cm; Muzeul de Artă din Cleveland (Ohio, SUA)
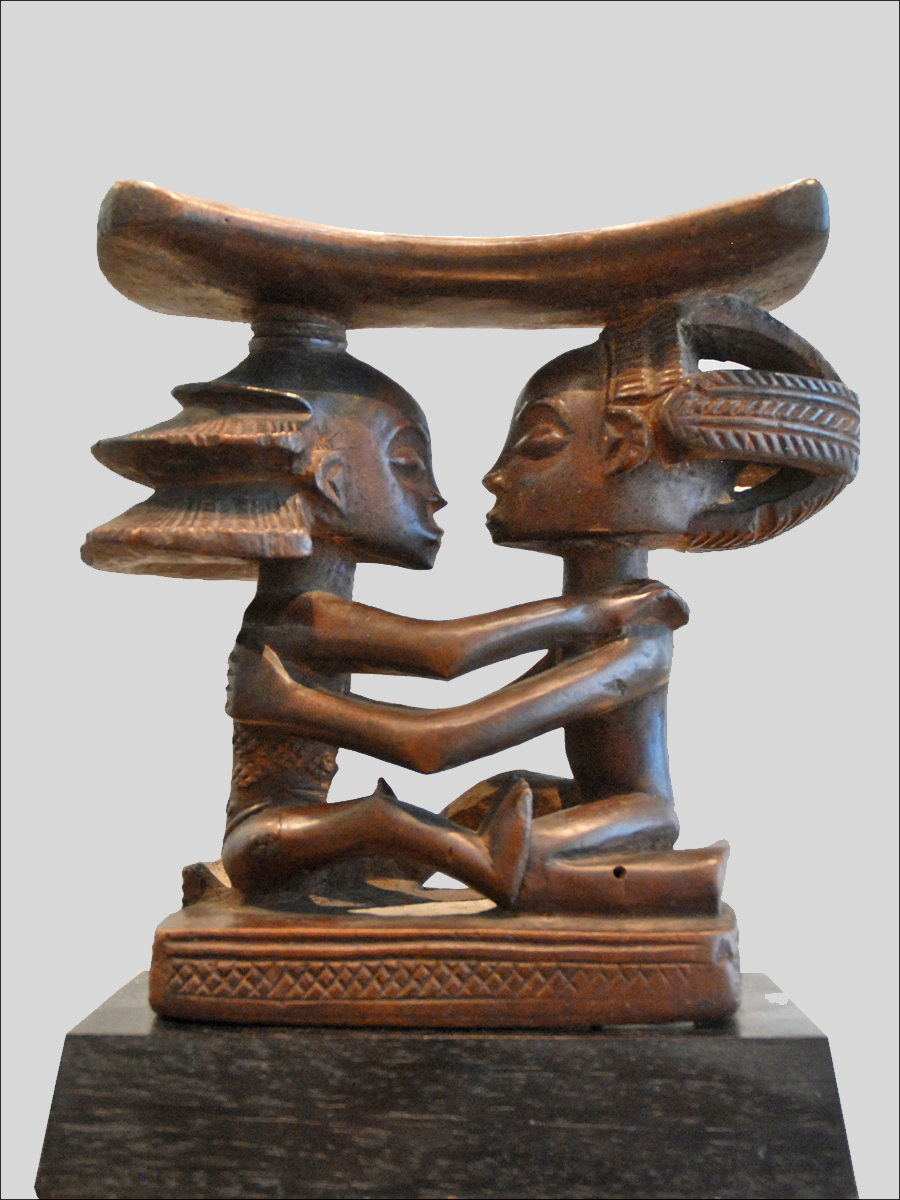
Tetieră; a poporului luba; secolul al XIX-lea; lemn; înălțime: 18,5 cm, lățime: 19 cm, grosime: 8 cm; Musée du quai Branly
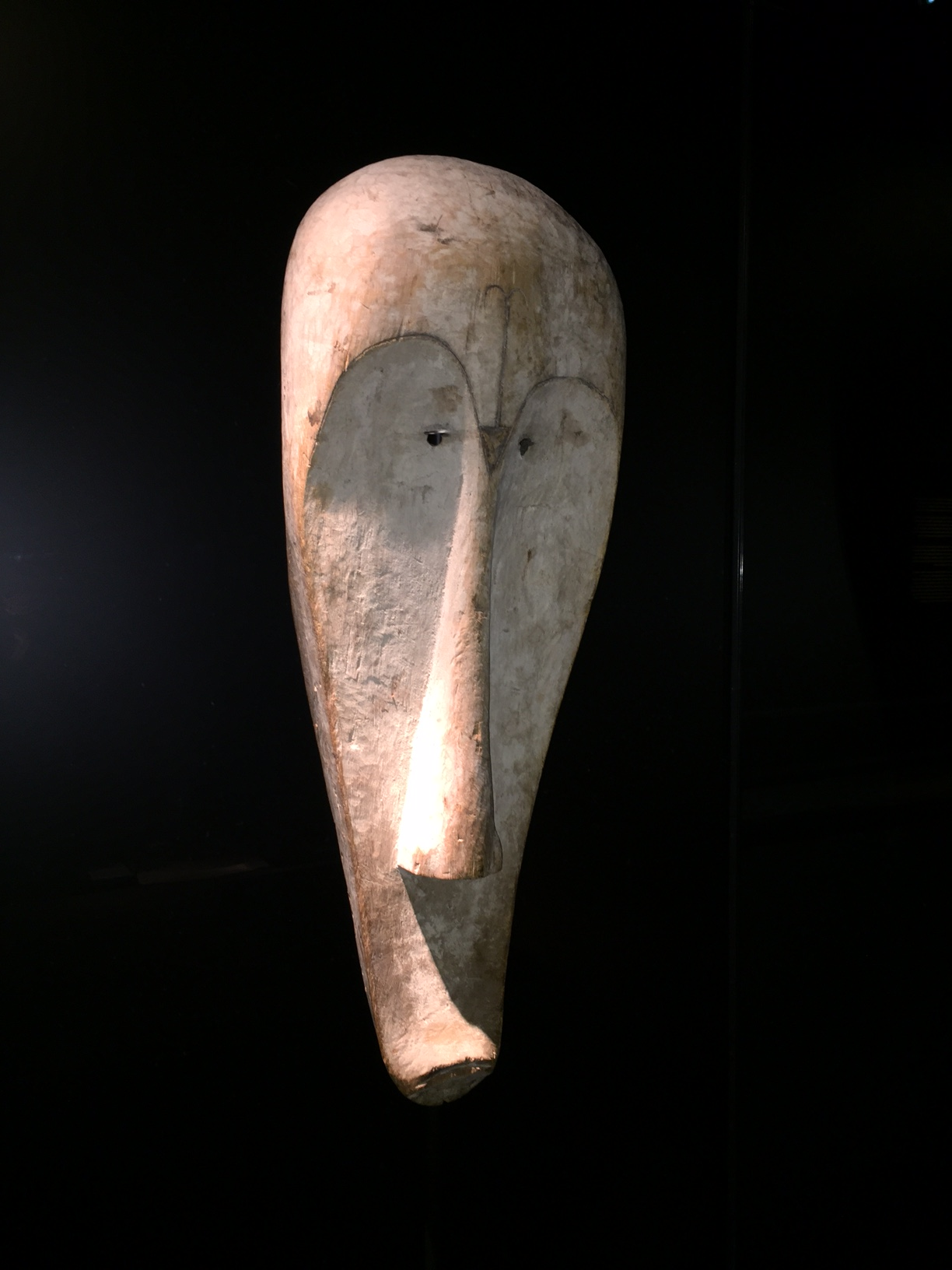
Mască; a poporului fang; circa 1895; lemn colorat cu caolinit; înălțime: 78 cm; Muzeul Etnologic din Berlin (Germania)
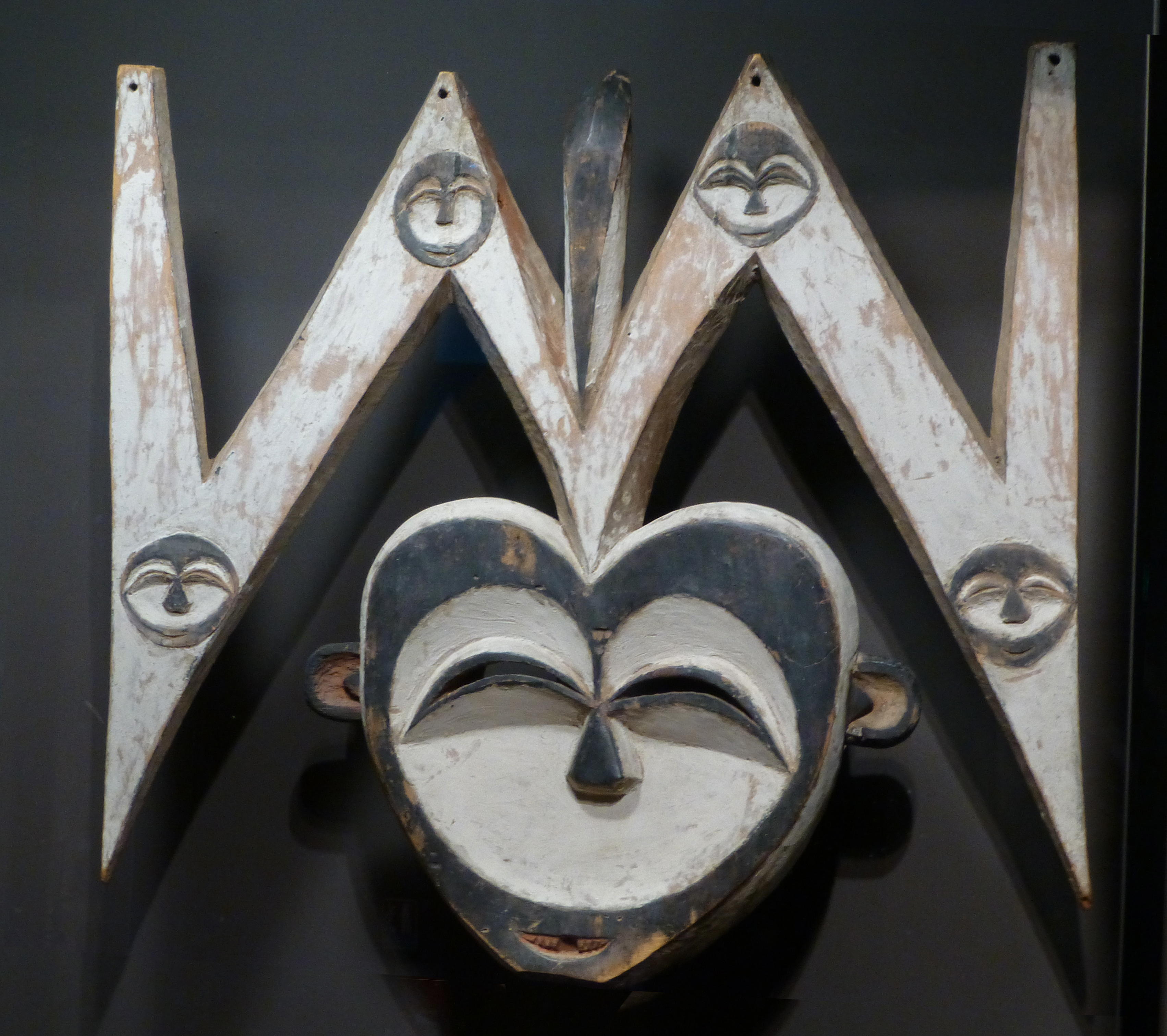
Mască; a poporului kwele; secolul al XX-lea timpuriu; lemn pictat; înălțime: 63 cm; Muzeul de Istorie Naturală din La Rochelle (La Rochelle, Franța)
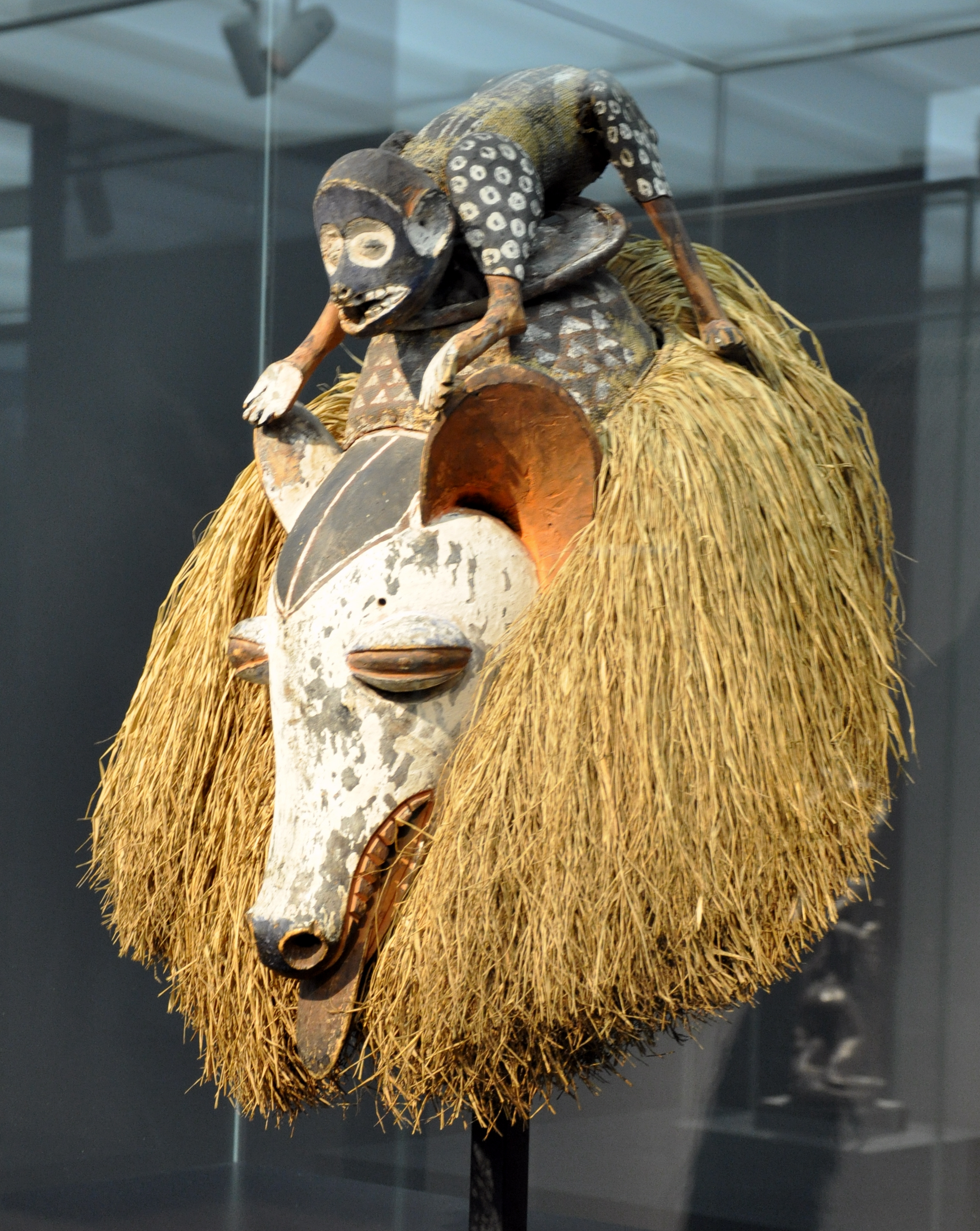
Mască; a poporului yaka; secolul al XX-lea timpuriu; lemn, rafie și pigmenți; Muzeul Rietberg (Zürich, Elveția)
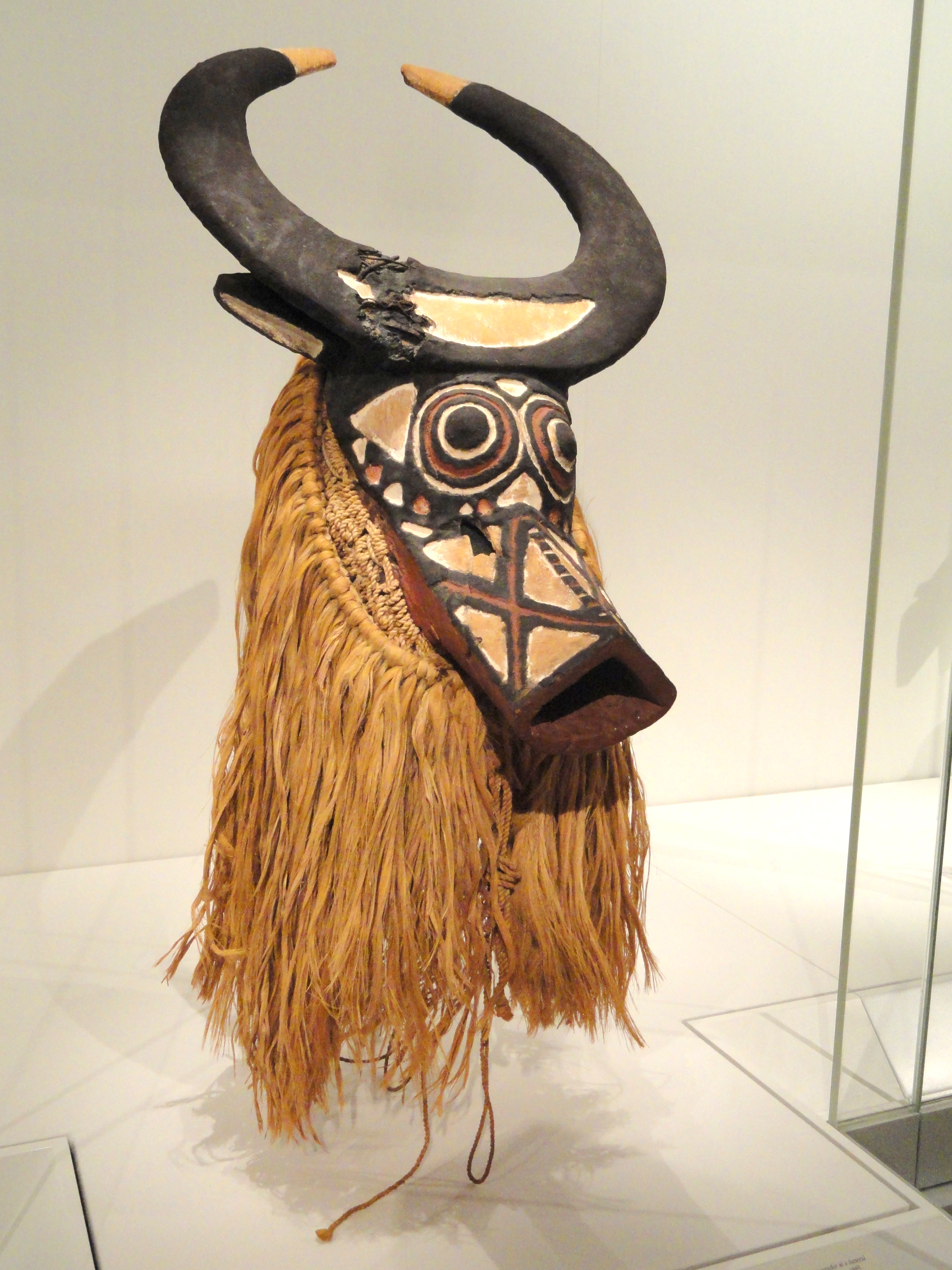
Mască de bivol; posibil a poporului bwa; începutul spre mijlocul anilor 1900; fibre și lemn pictat; Muzeul de Artă din Cleveland
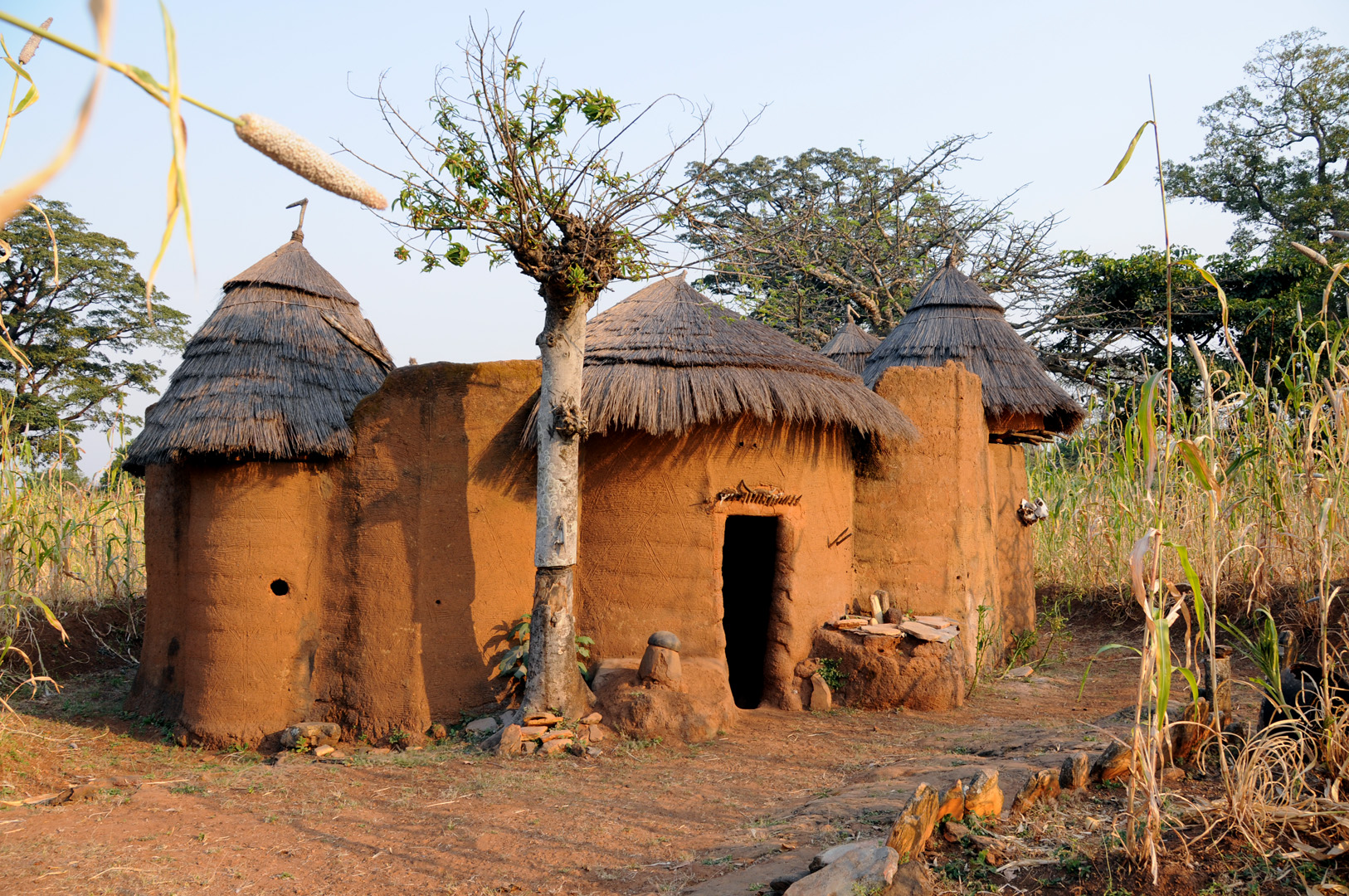
O casă tradițională tata-somba în Benin

## Oceania
Arta Oceaniei include zonele geografice din Micronezia, Polinezia, Australia, Noua Zeelandă și Melanezia. O abordare tratează zona tematic, cu centre de interes pentru strămoși, războaie, corpuri, sex, comerț, religii și turism. Din păcate, puțină artă antică supraviețuiește din Oceania. Oamenii de știință consideră că acest lucru este probabil, deoarece artiștii au folosit materiale perisabile, cum ar fi lemnul și penele, care nu au supraviețuit în climatul tropical și nu există consemnări istorice care să se refere la cea mai mare parte a materialului. Înțelegerea culturilor artistice din Oceania începe astfel cu documentarea ei de către occidentali, cum ar fi căpitanul James Cook, în secolul al XVIII-lea. La începutul secolului al XX-lea, artistul francez Paul Gauguin a petrecut cantități semnificative de timp în Tahiti, trăind cu localnicii și producând artă modernă - fapt care s-a împletit cu cultura vizuală tahitiană până în zilele noastre. Arta australiană arată deobicei ca arta modernă abstractă, dar are rădăcini adânci în cultura locală.
Arta Oceaniei este ultima mare tradiție a artei care a fost apreciată de lumea largă. Chiar dacă a fost una dintre cele mai lungi tradiții continue de artă din lume, care datează de cel puțin cincizeci de milenii, a rămas relativ necunoscută până în a doua jumătate a secolului al XX-lea. Materialele adesea efemere ale artei autohtone din Australia îngreunează determinarea vechimii majorității formelor de artă practicate astăzi. Cele mai durabile forme sunt multitudinea de gravuri și picturi rupestre care se găsesc pe continent. 

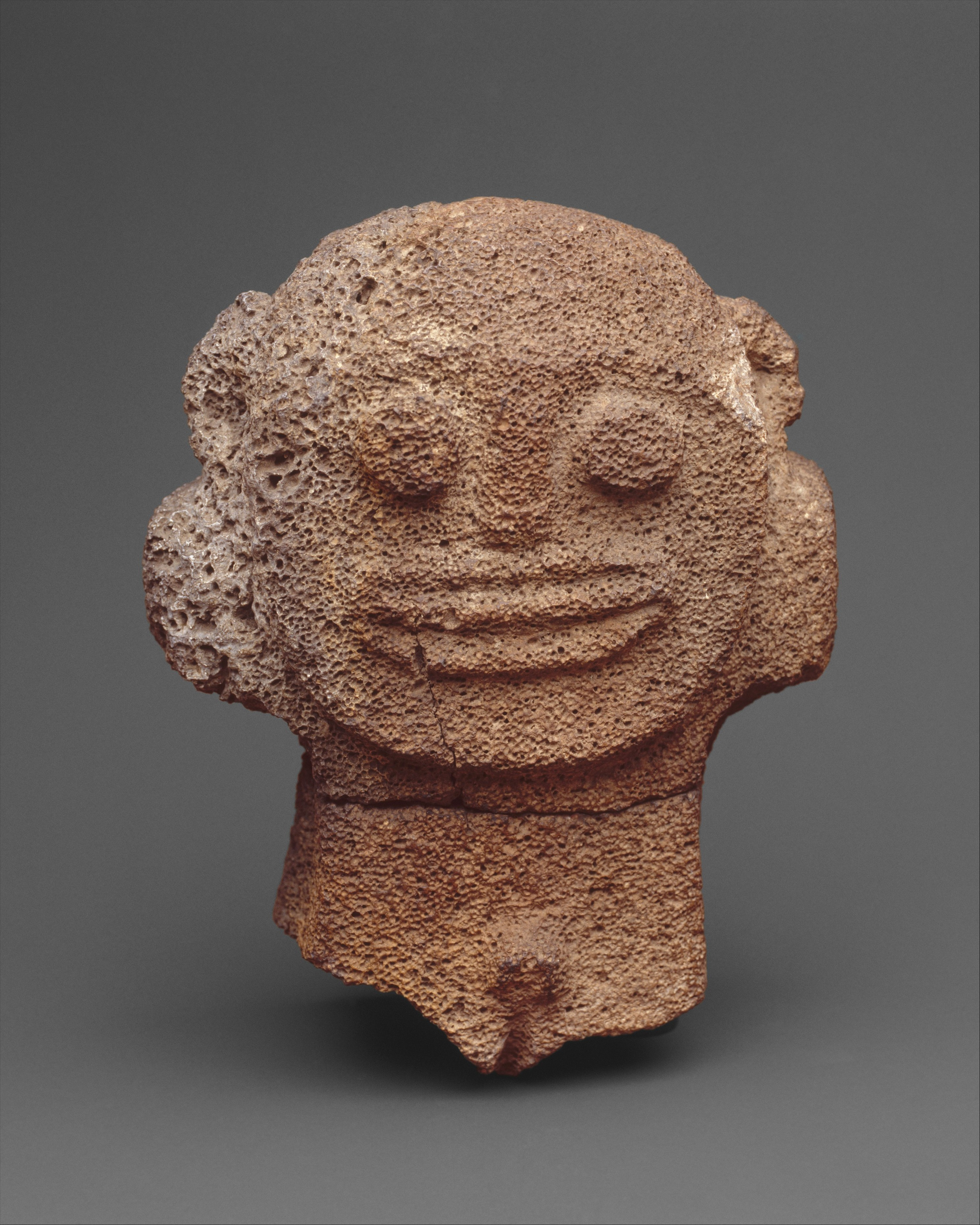
Cap; secolele al IX-lea-al XI-lea; bazalt; înălțime: 19,7 cm, lățime: 15,5 cm; din Hawaii; Muzeul Metropolitan de Artă (New York City)
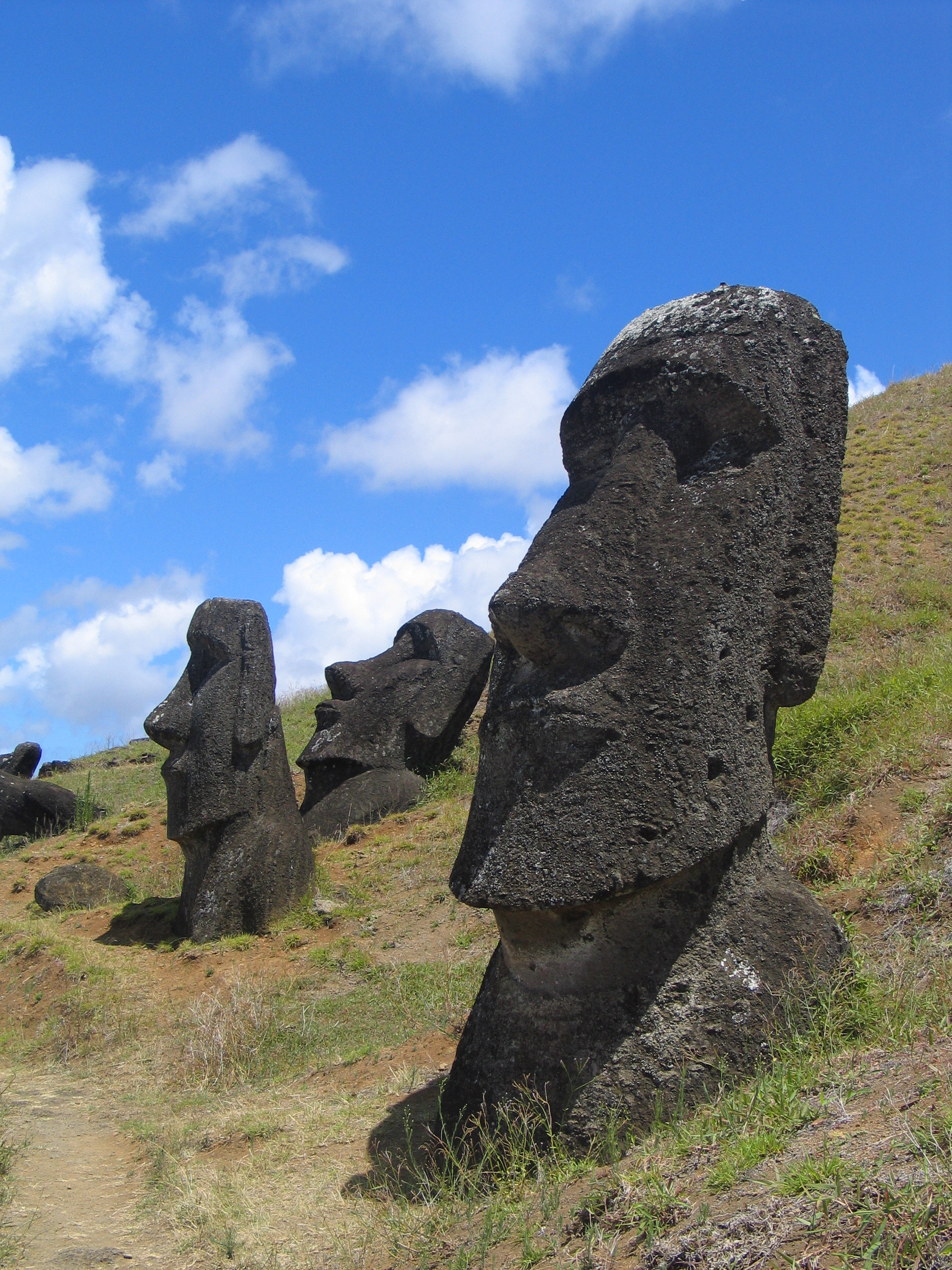
Moai în Rano Raraku (Insula Paștelui). Moaii sunt figuri monolitice antropomorfe sculptate de poporul rapa nui pe Insula Paștelui între anii 1250 și 1500
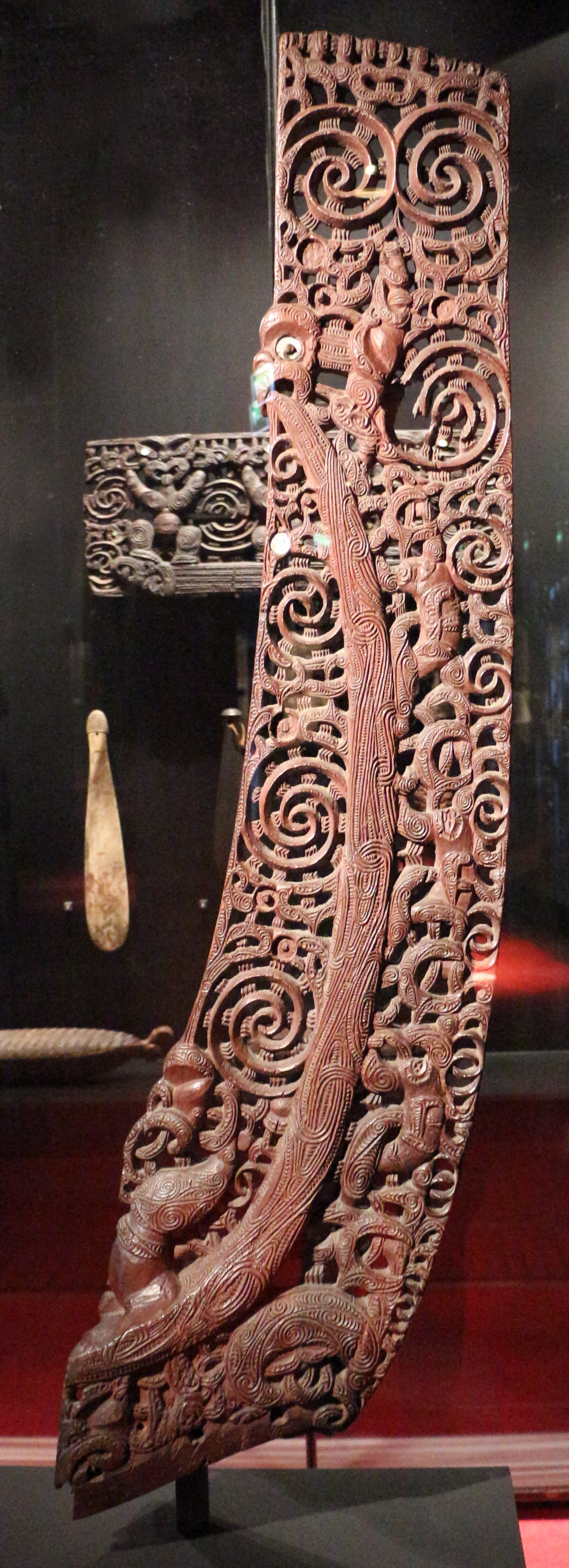
Taurapa (etambou de canoe māori); secolele al XVIII-lea târziu-al XIX-lea târziu; lemn și scoici; înălțime: 148 cm; Musée du quai Branly (Paris)
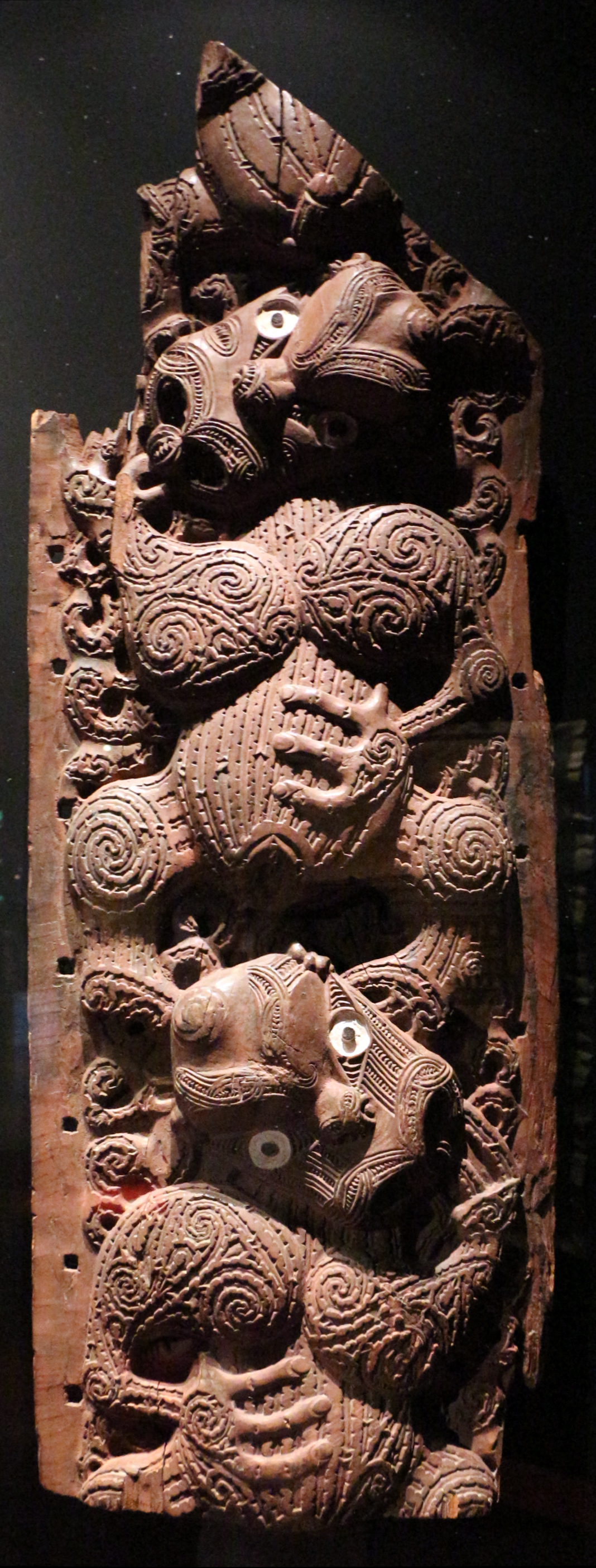
Parte a unui cufăr māori; circa 1850; din Noua Zeelandă; Musée du quai Branly
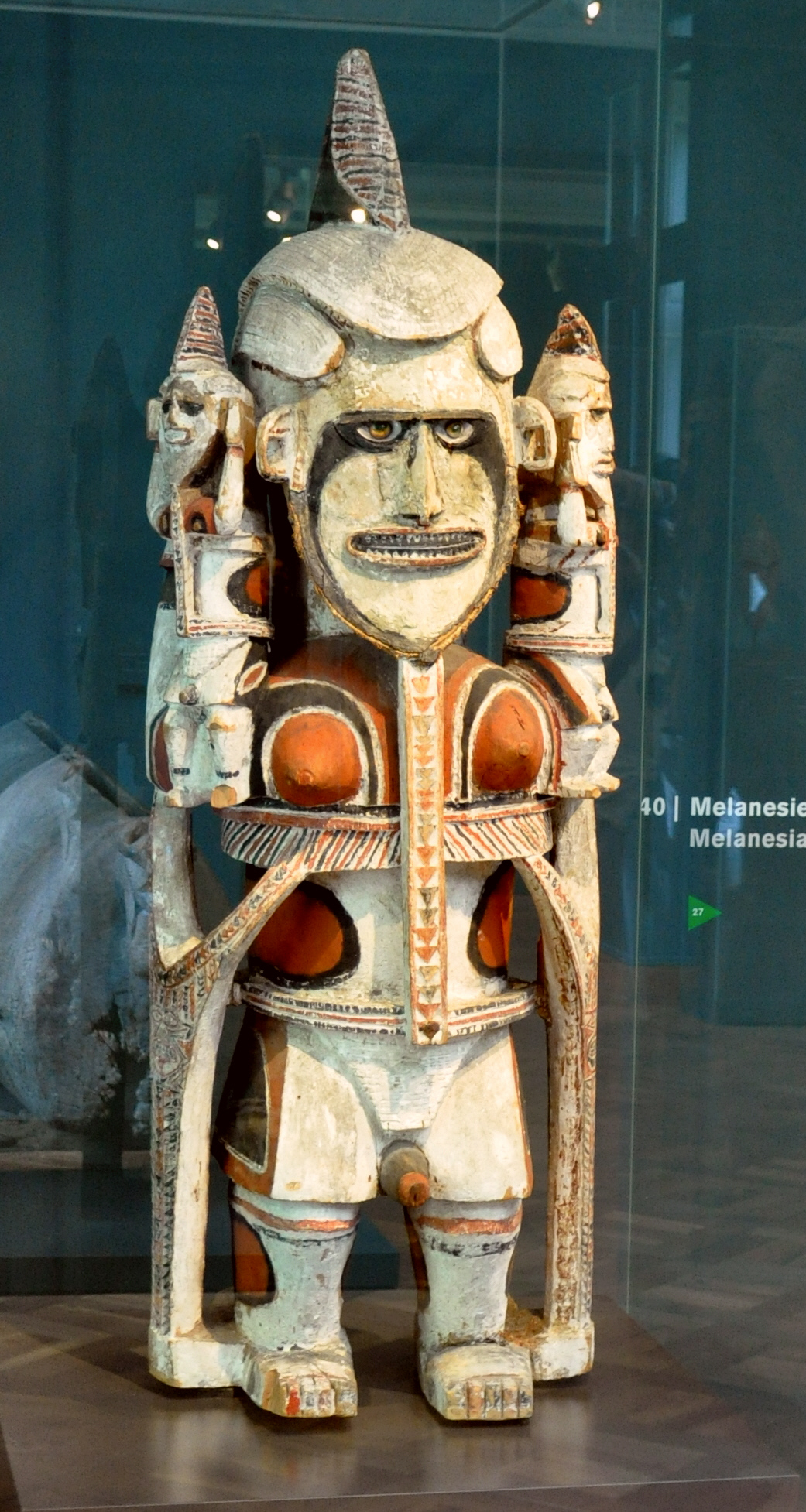
Figurină uli; circa secolul al XIX-lea; lemn puctat, scoici, fibre și alte materiale; din Provincia Noua Irlandă (Papua Noua Guinee); Muzeul Rietberg (Zürich, Elveția)
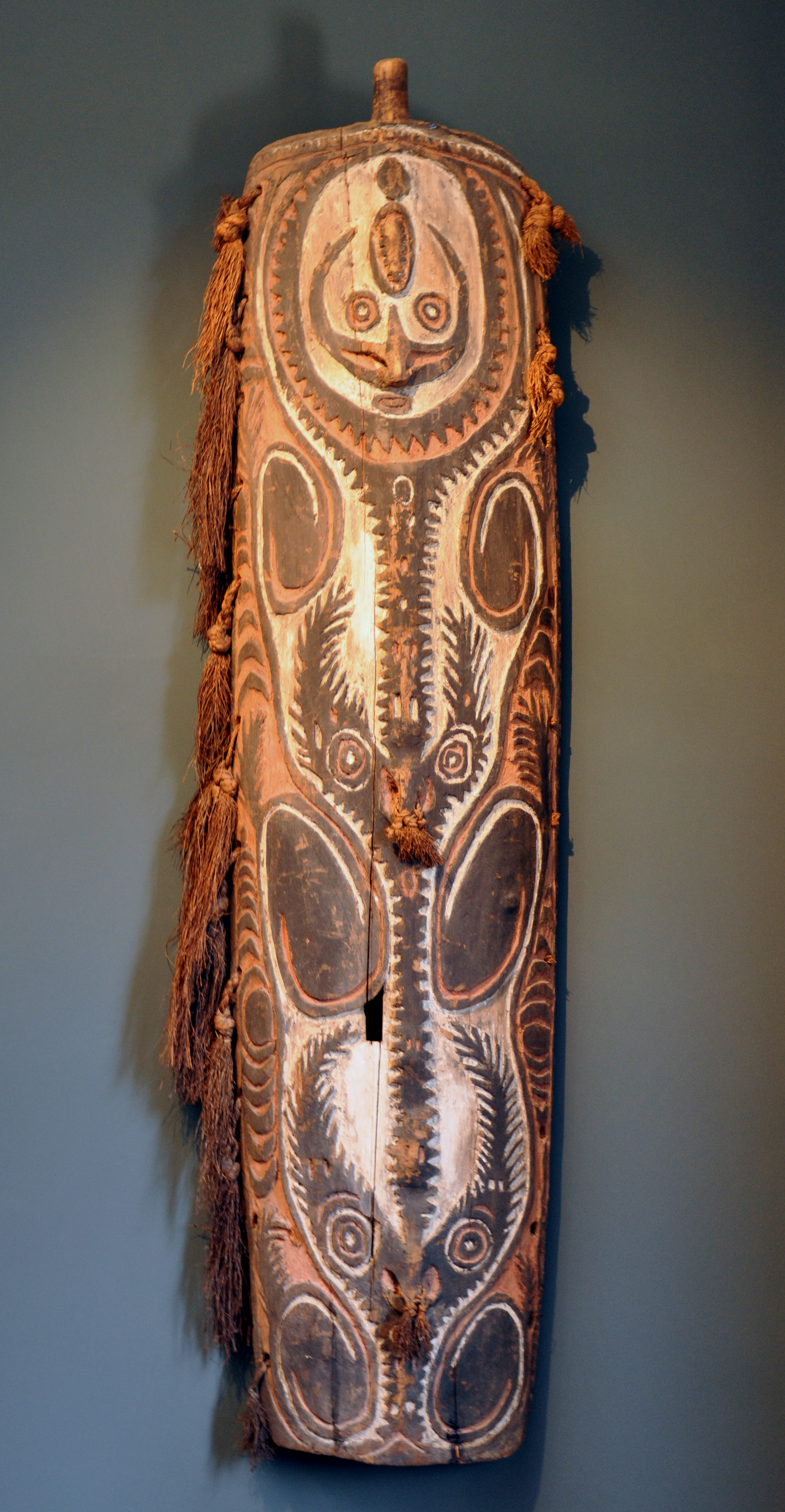
Scut de luptă; secolul al XIX-lea-începutul secolului al XX-lea; lemn, iarbă și rafie; din Kambrambo (Papua Noua Guinee); Muzeul Rietberg
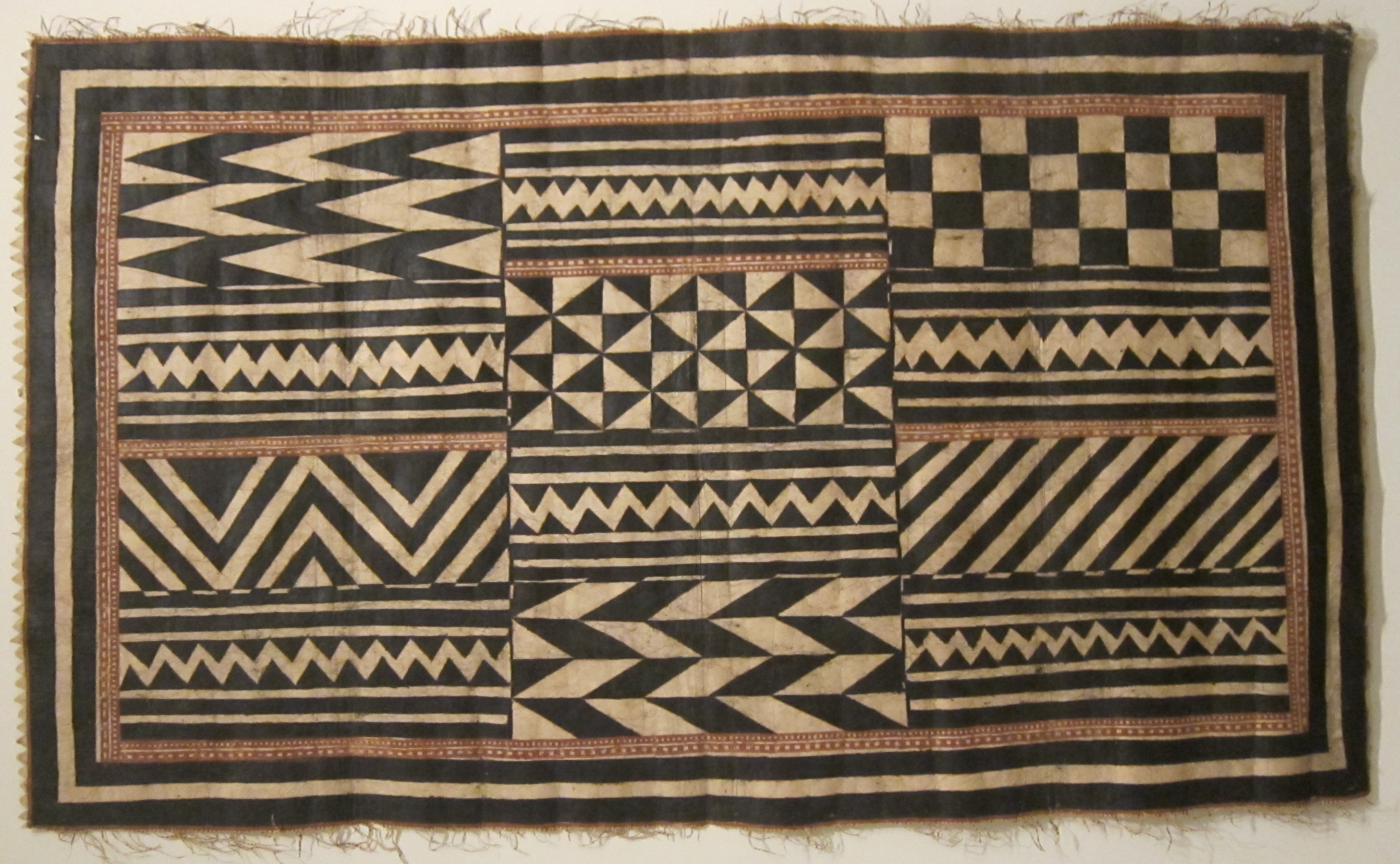
Masi; secolul al XX-lea; din Fiji; Muzeul de Artă din Honolulu (Hawaii, SUA)
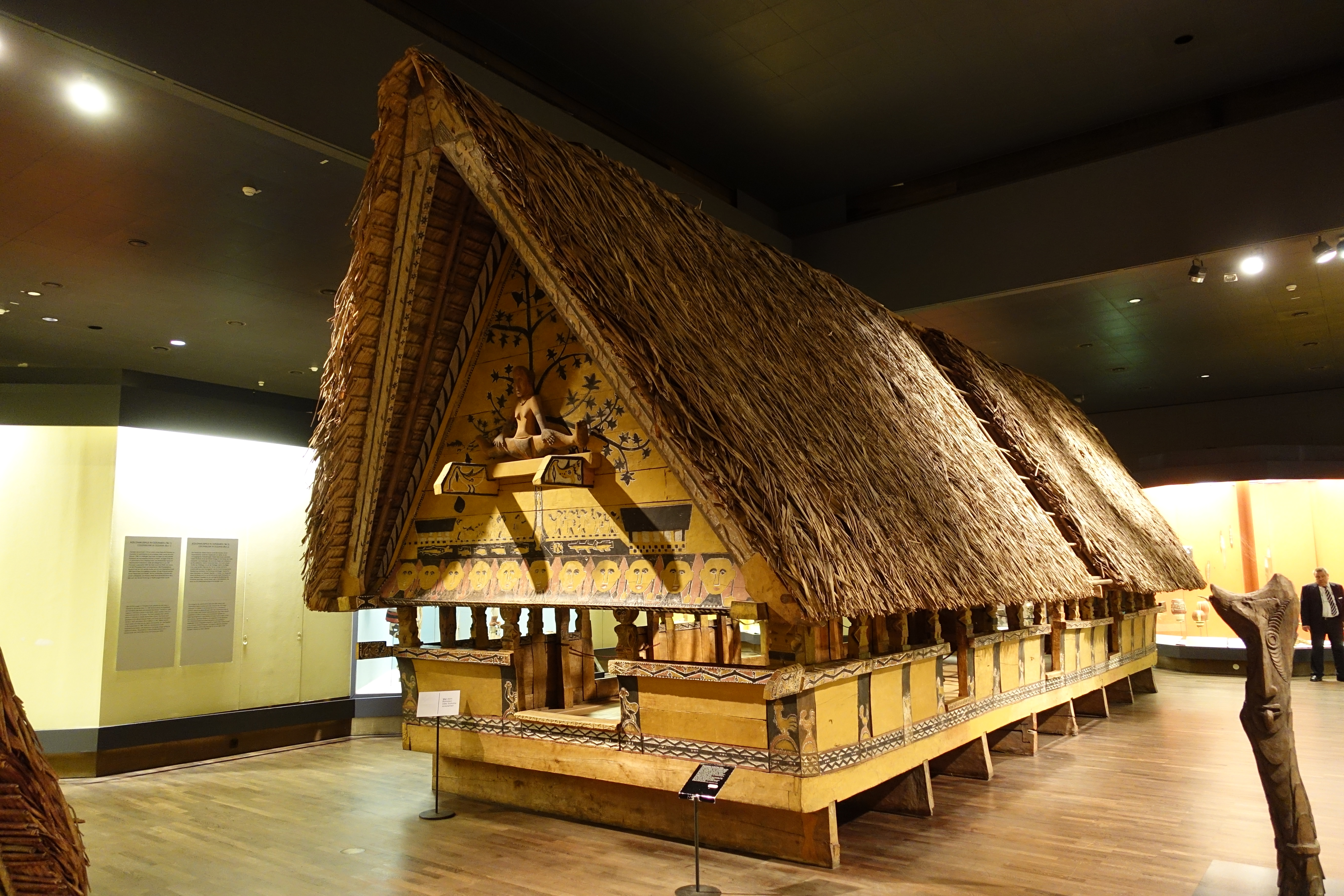
Casă tradițională, 1907, din Palau, acum în Muzeul Etnologic din Berlin (Germania)
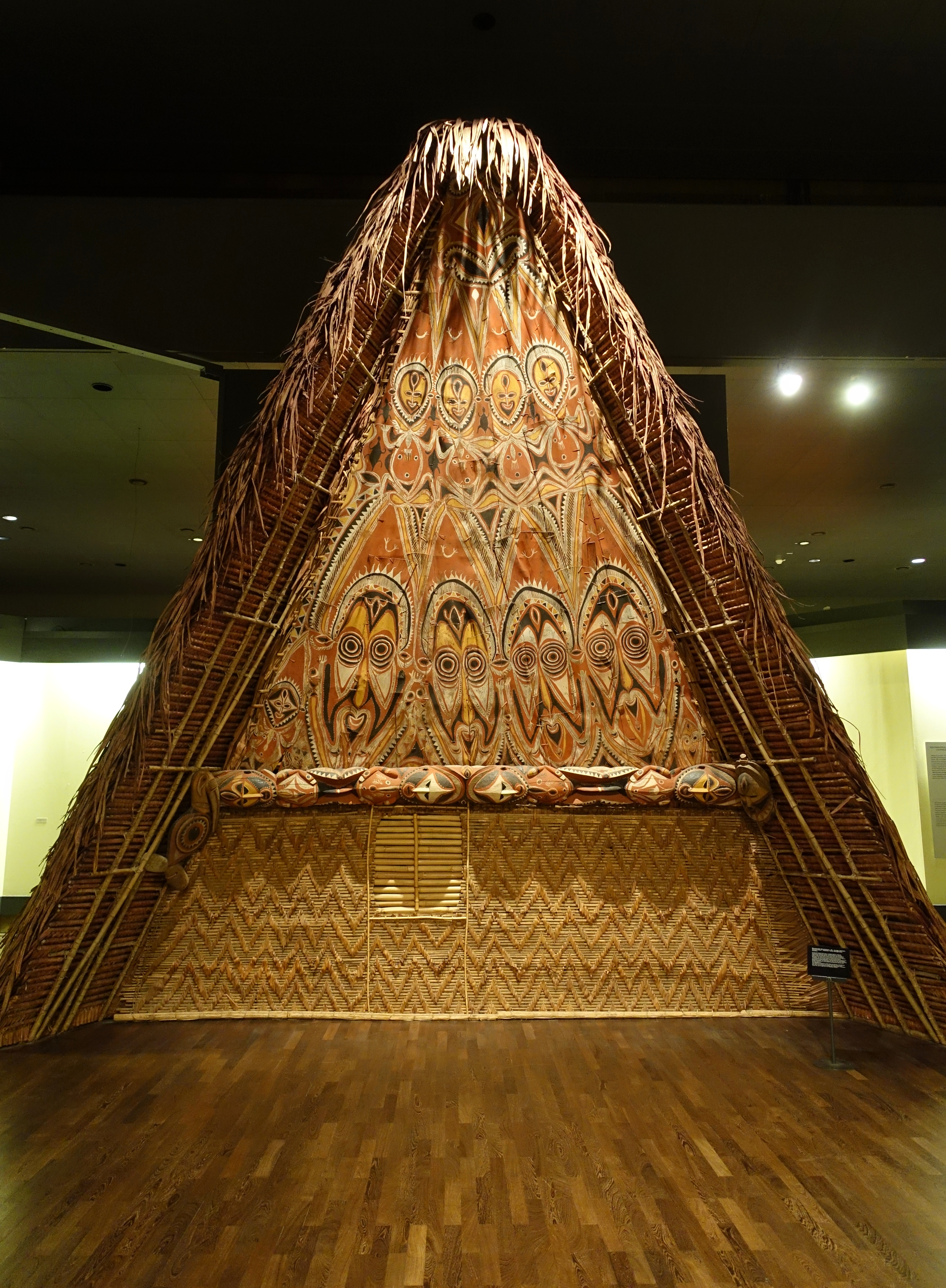
Detaliu al unei case ceremoniale, din Papua Noua Guinee, acum în Muzeul Etnologic din Berlin
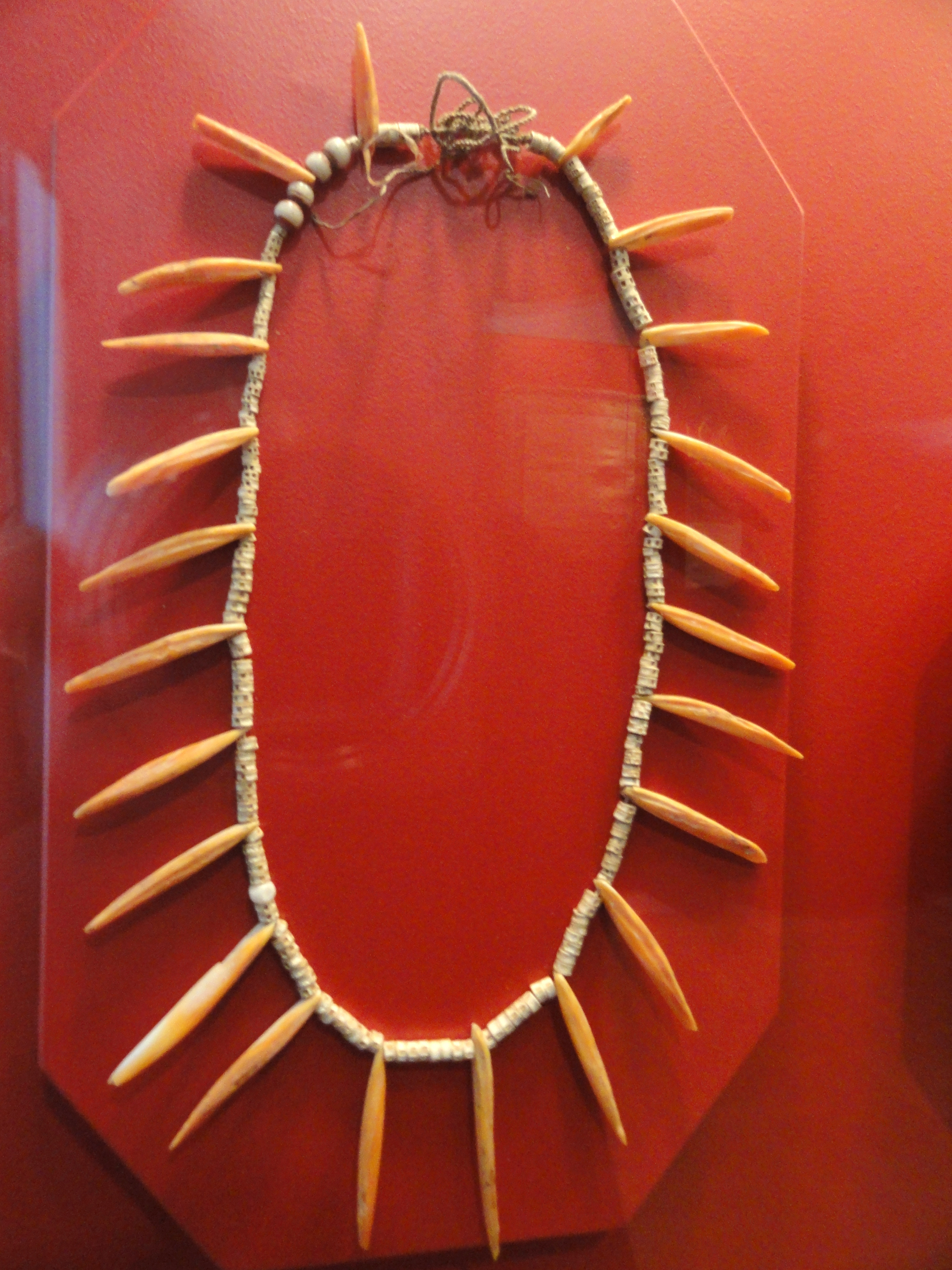
Colier; înainte de 1909; vertebre de rechin, scoici (Cassis rufa), mărgele de sticlă, fibre; diametru: circa 35 cm; din Insula Wuvulu (Papua Noua Guinee); Muzeul Celor Cinci Continente (München, Germania)
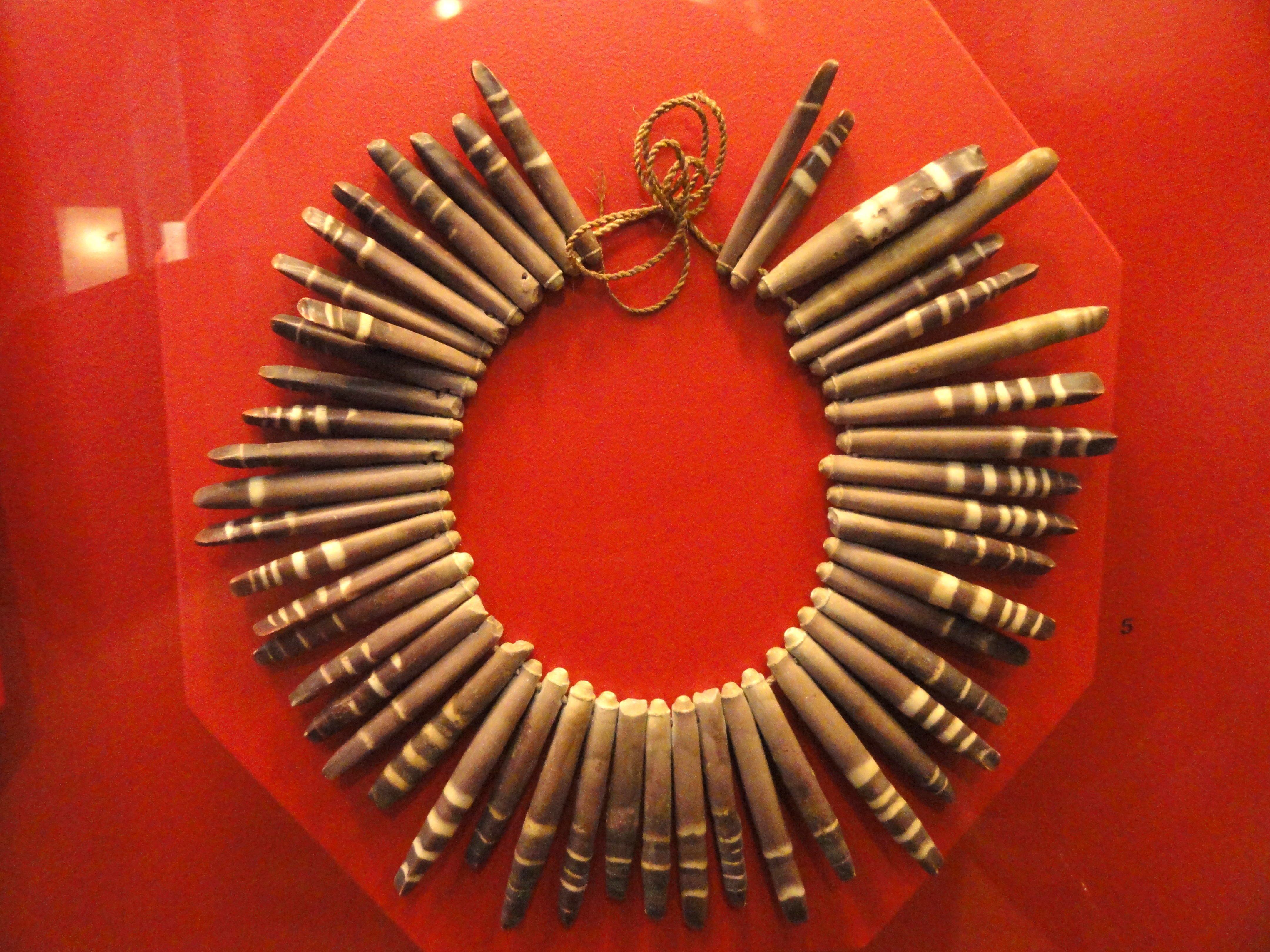
Colier; înainte de 1912; spini de arici de mare, fibre; diametru: circa 30 cm; Muzeul Celor Cinci Continente
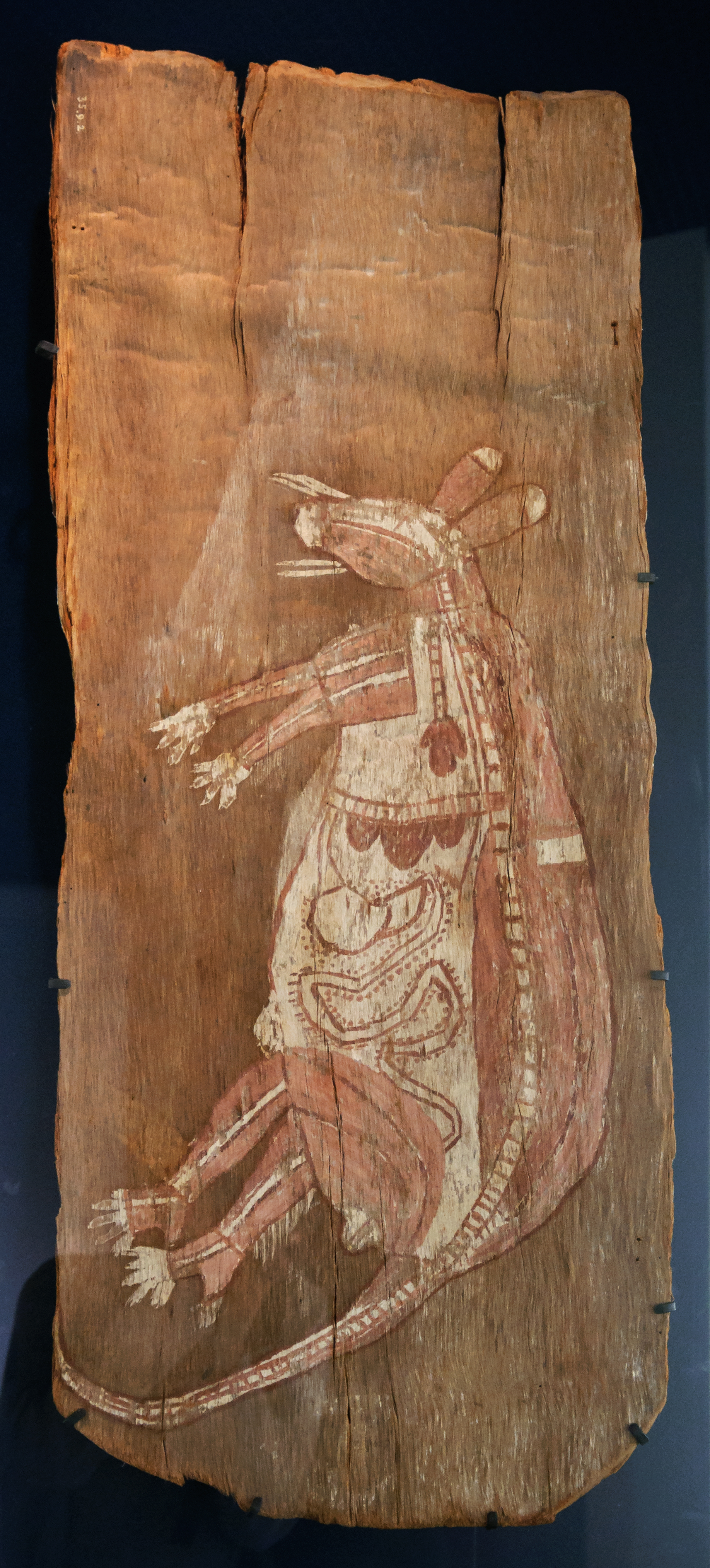
Pictura unui strămoș totemic cangur; 1915; pictură pe coajă de copac; 92,5 × 35,5 × 5,5 cm; Râurile Alligator (Peninsula Arnhem, Australia); Musée du quai Branly

## Europa

### Evul Mediu
Odată cu declinul Imperiului Roman, a început epoca medievală, care a durat un mileniu.  Arta creștină timpurie începe perioada, urmată de arta bizantină, cea anglo-saxonă, cea vikingă, cea ottoniană, cea romanică și cea gorică, iar arta islamică dominând estul Mediteranei.
În arta bizantină și gotică a Evului Mediu, dominanța bisericii a dus la o foarte mare cantitate de artă religioasă. S-a folosit pe scară largă aurul în picturi, care au prezentat figuri în forme simplificate.

#### Imperiul Bizantin

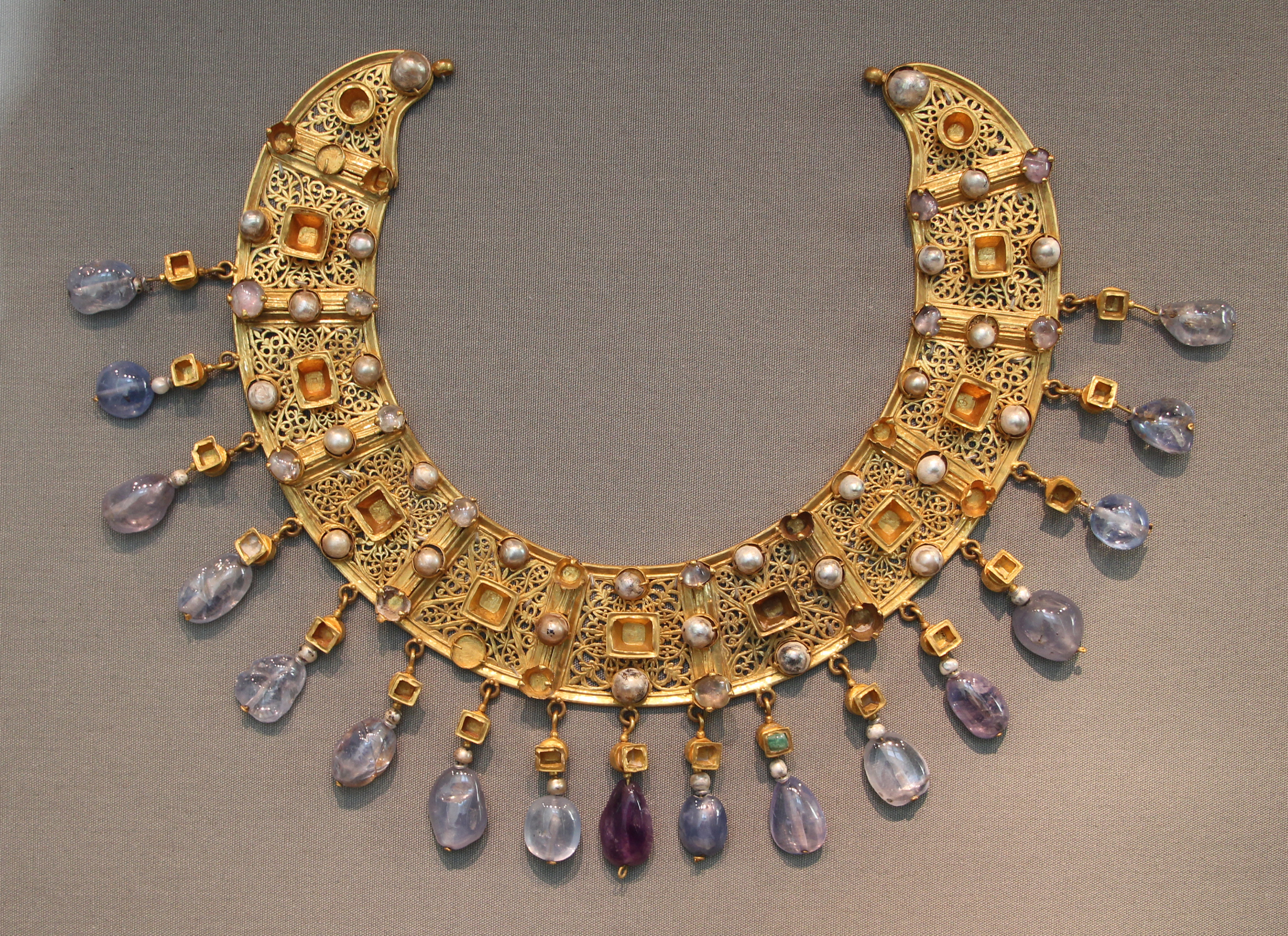
Colier; secolul al VI-lea târziu-al VII-lea; aur, un smarald, un safir, ametiste și perle; diametru: 23 cm; dintr-un atelier din Constantinopol; Antikensammlung Berlin (Berlin, Germania)

Arta bizantină cuprinde operele grecești creștine ale Imperiului Roman de Răsărit (Bizantin), precum și cele ale națiunilor și statelor care au moșteniri cultural din imperiu. Chiar dacă imperiul însuși a răsărit datorită declinul Romei și a durat până la Căderea Constantinopolului din 1453, data de început a perioadei bizantine e mai clară în istoria artei decât în istoria politică, dacă este încă imprecisă. Multe state ortodoxe estice din Europa de Est, precum și într-o oarecare măsură statele musulmane din estul Mediteranei, au păstrat multe aspecte ale culturii și artei imperiului timp de secole după aceea.
Icoanele (din greacă εἰκών eikōn „imagine”, „asemănare”) sunt cele mai importante elemente vizuale din practica religioasă bizantină, centrală închinării ortodoxe de la sfârșitul Iconoclasmului în secolul al IX-lea. Coerent în formatul lor astfel încât să păstreze un sentiment de portret și familiaritatea reprezentărilor favorizate, s-au transformat totuși de-a lungul timpului. O caracteristică neobișnuită a artei bizantine sunt fundalurile aurii. Sticla limpede a fost adesea sprijinită cu foiță de aur ca să creeze un efect bogat și strălucitor.
Purtate de patriarhi în procesiuni estice, citite de călugări în peșteri retrase și ținute de împărați la ceremonii importante, cărțile sacre, adesea frumos ilustrate, au fost centrale pentru credința și ritualurile bizantine. Puține manuscrise par să fi fost produse în perioada bizantină timpurie între secolele al VI-lea și al VIII-lea, dar a existat o înflorire a cărților pictate în secolul al IX-lea, după sfârșitul Iconoclasmului.
Bijuteriile, purtate de bărbați, femei și copii, erau un indiciu clar al rangului și bogăției în societatea bizantină.  Stilurile au variat de la cele de aur îndrăznețe, grele, cu pietre mari, strălucitoare, până la filigran și granulare de aur extraordinar de delicate. Ornamentul a variat de la modelări decorative la motive florale și animale la iconografie creștină complexă. Deseori bijuteriile erau atașate de rochia ceremonială care nu necesita deseori curățarea. Până în secolul al V-lea, stimulat de comerțul cu Orientul, au fost încorporate pietre prețioase colorate și semi-prețioase, lustruite mai degrabă decât tăiate. Modelele decorative au fost selectate în lucrări la prețuri de aur, evidențiate în nielare întunecată (o sulfură de argint care contrasta cu aurul și argintul) sau, din secolul al IX-lea, acoperit cu email.

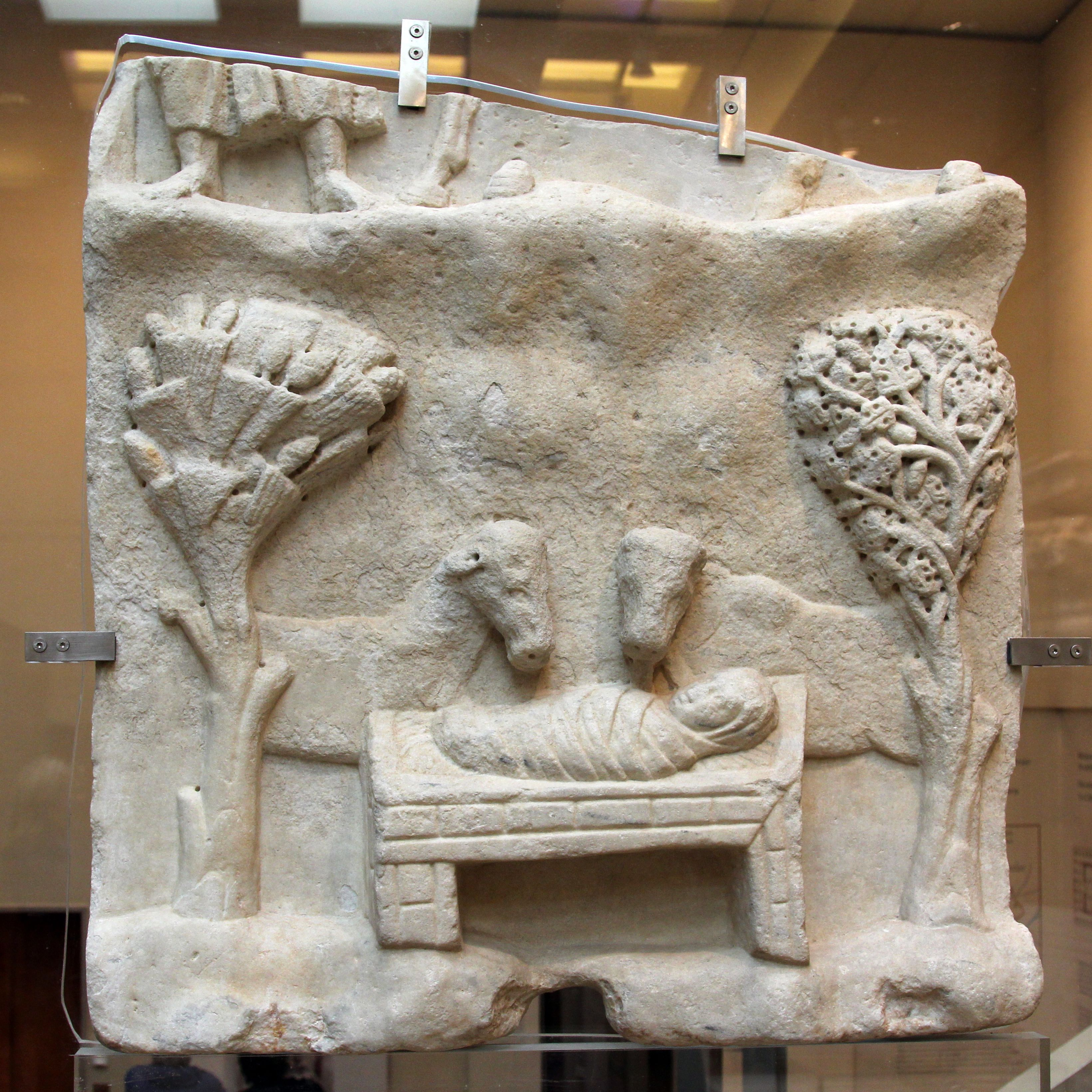
Placă cu un relief care prezintă Nașterea Domnului; secolul al IV-lea timpuriu-al V-lea; marmură; Muzeul Bizantin și Creștin (Atena)
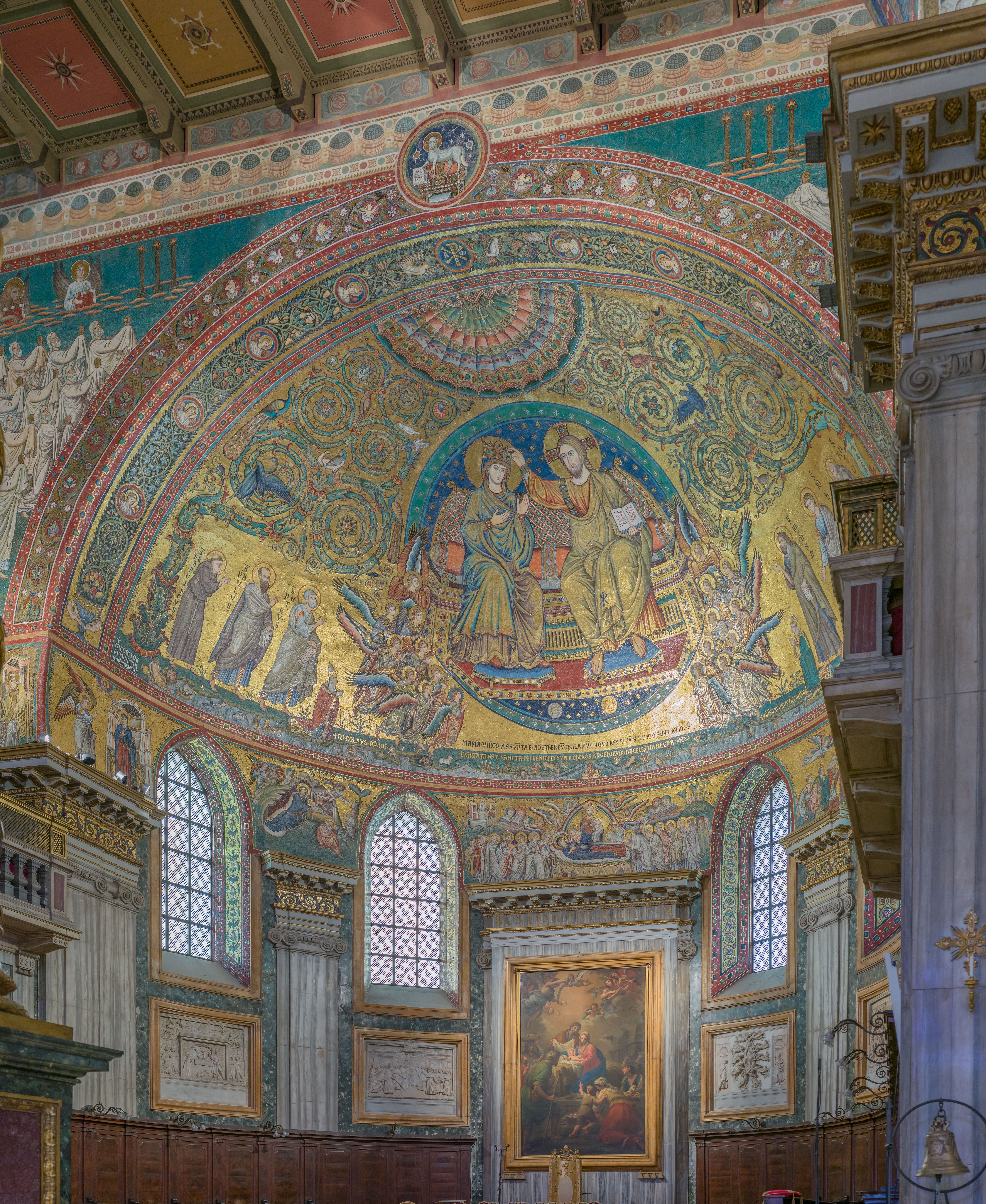
Absidă a bazilicii Santa Maria Maggiore din Roma, decorată cu mozaicuri spectaculoase și colorate
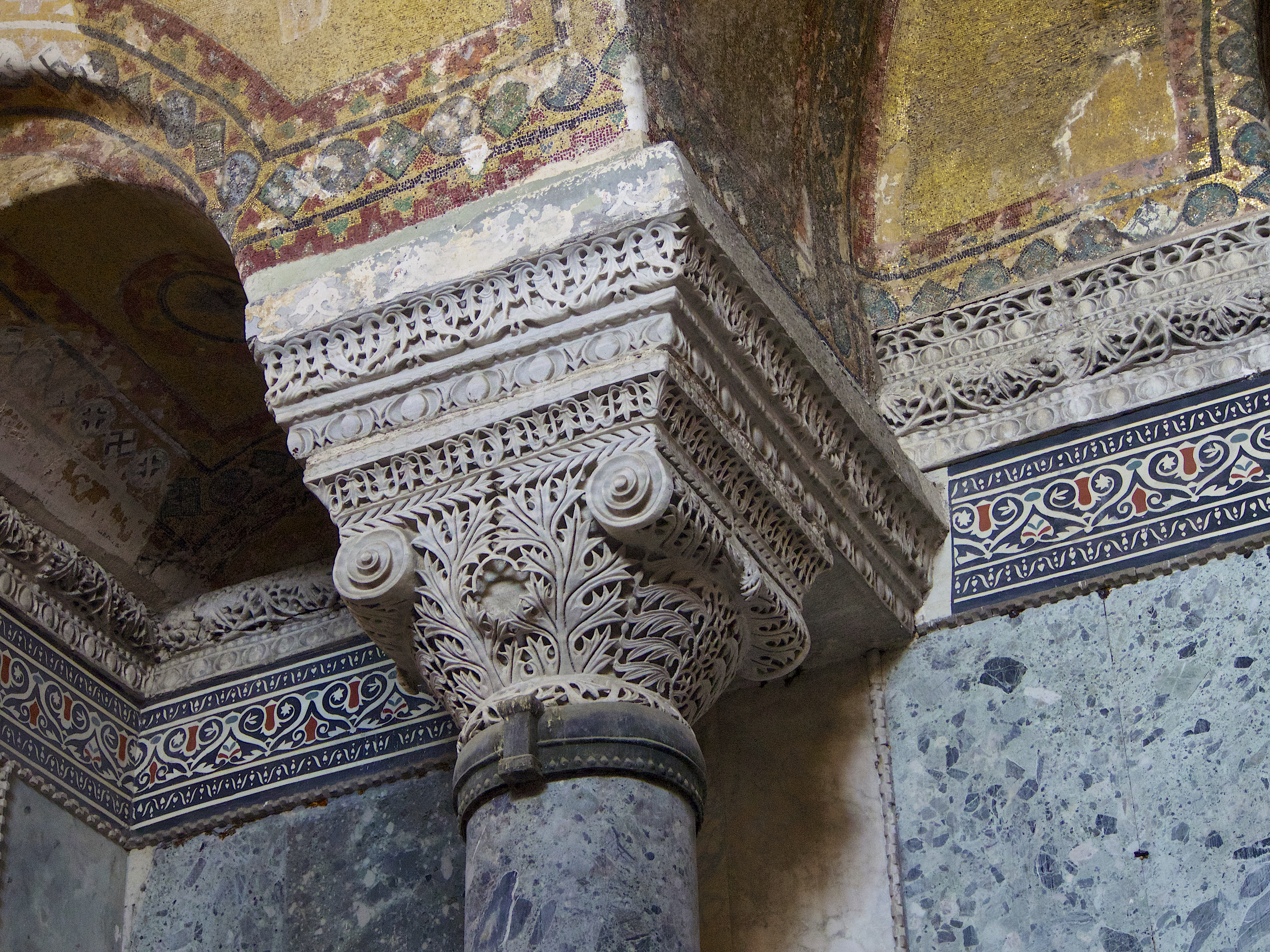
Capitel într-o formă specifică arhitecturii bizantine, din Hagia Sofia (Istanbul, Turcia)
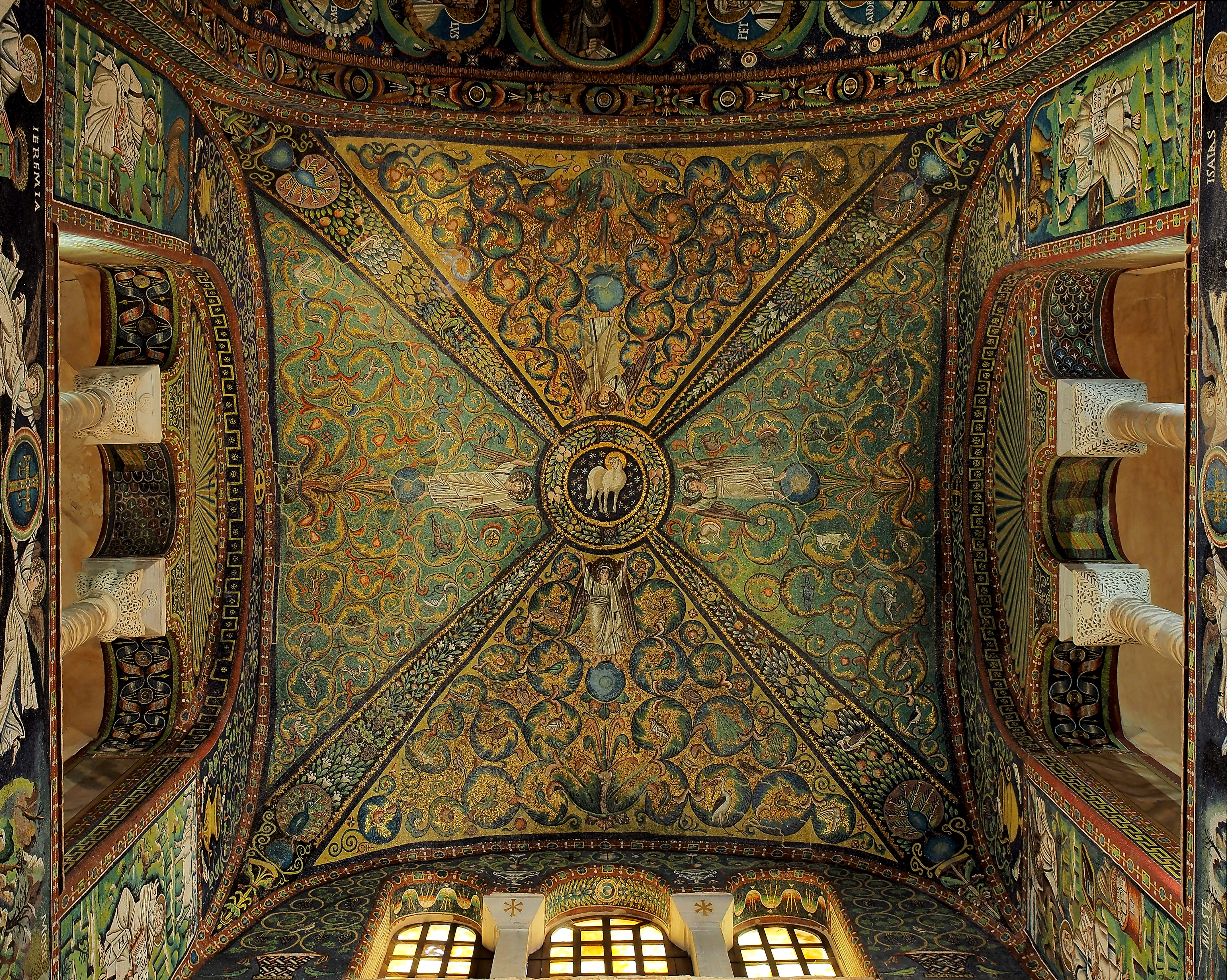
Mozaic pe un tavan și niște pereți ai Bazilicii San Vitale din Ravenna (Italia), circa 547
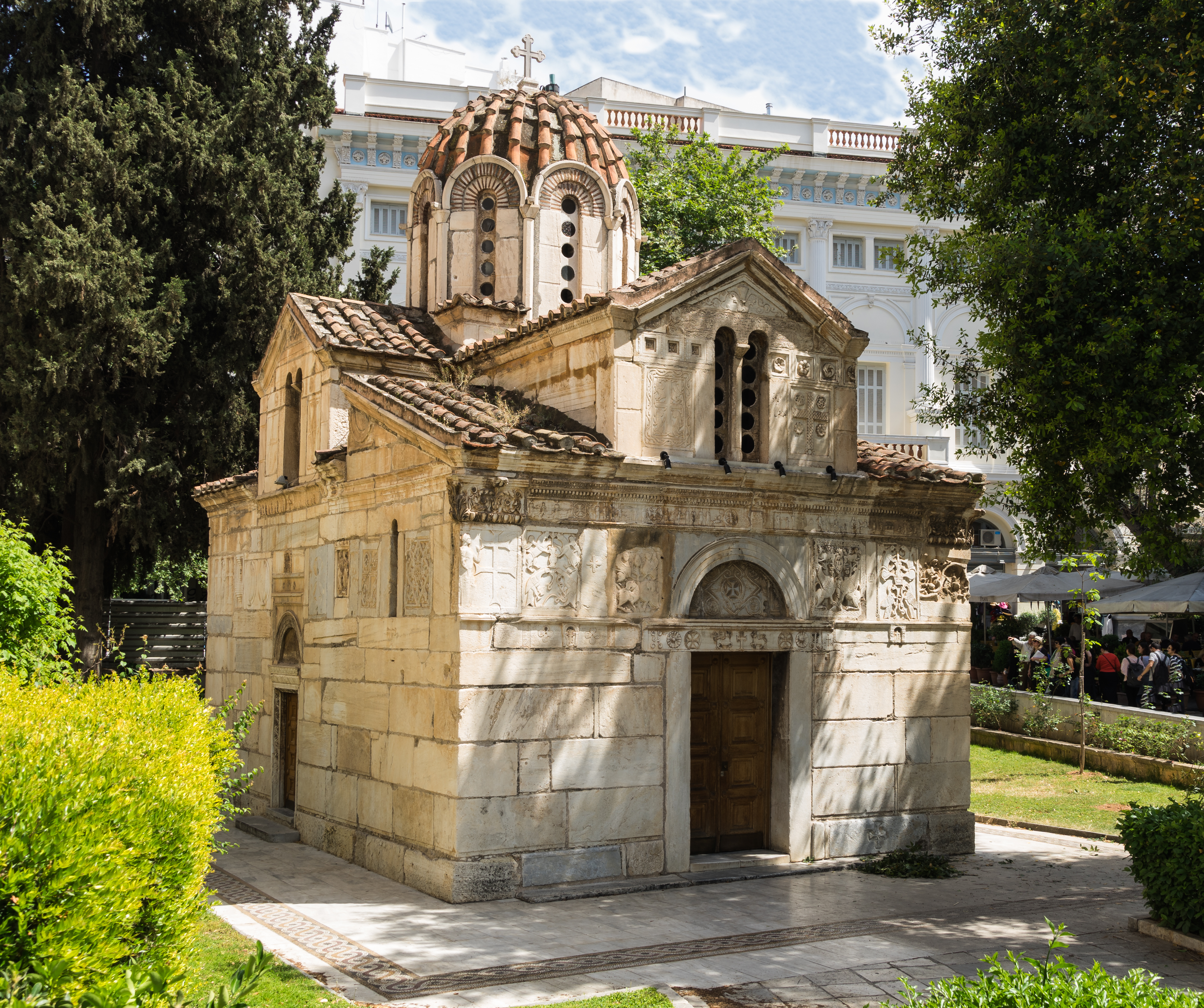
Mica Metropolă din Atena, construită într-o dată necunoscută, între secolele al IX-lea și al XIII-lea
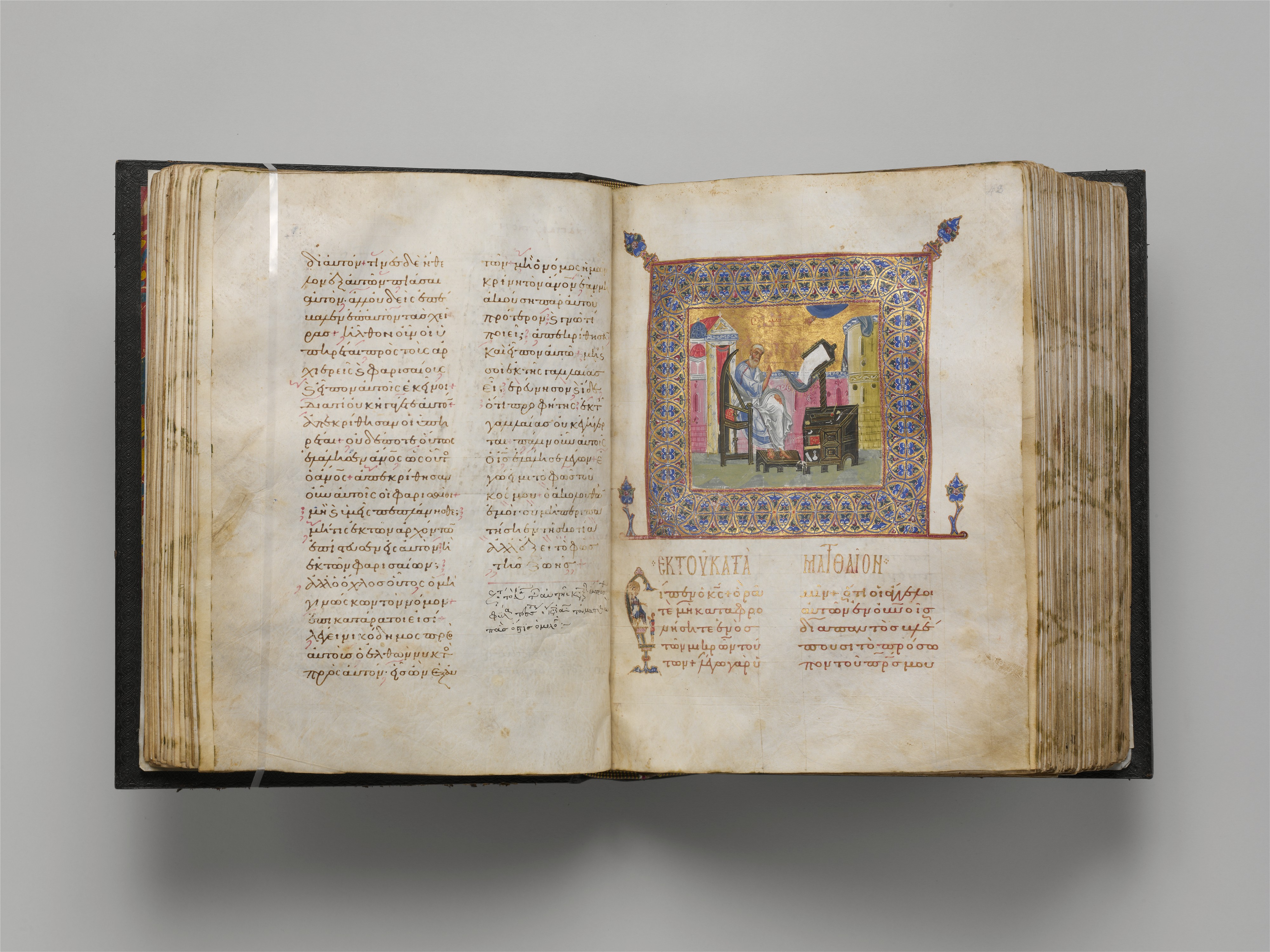
Carte; circa 1100; tempera, aur și cerneală pe pergament, cu copertă de piele; per ansamblu: 36,8 x 29,6 x 12,4 cm, fila: 35 x 26,2 cm; Muzeul Metropolitan de Artă (New York City)
Icoană cu Treimea Noului Testament; circa 1450; tempera si aur pe un panou de lemn; Muzeul de Artă din Cleveland (Cleveland, Ohio, SUA)
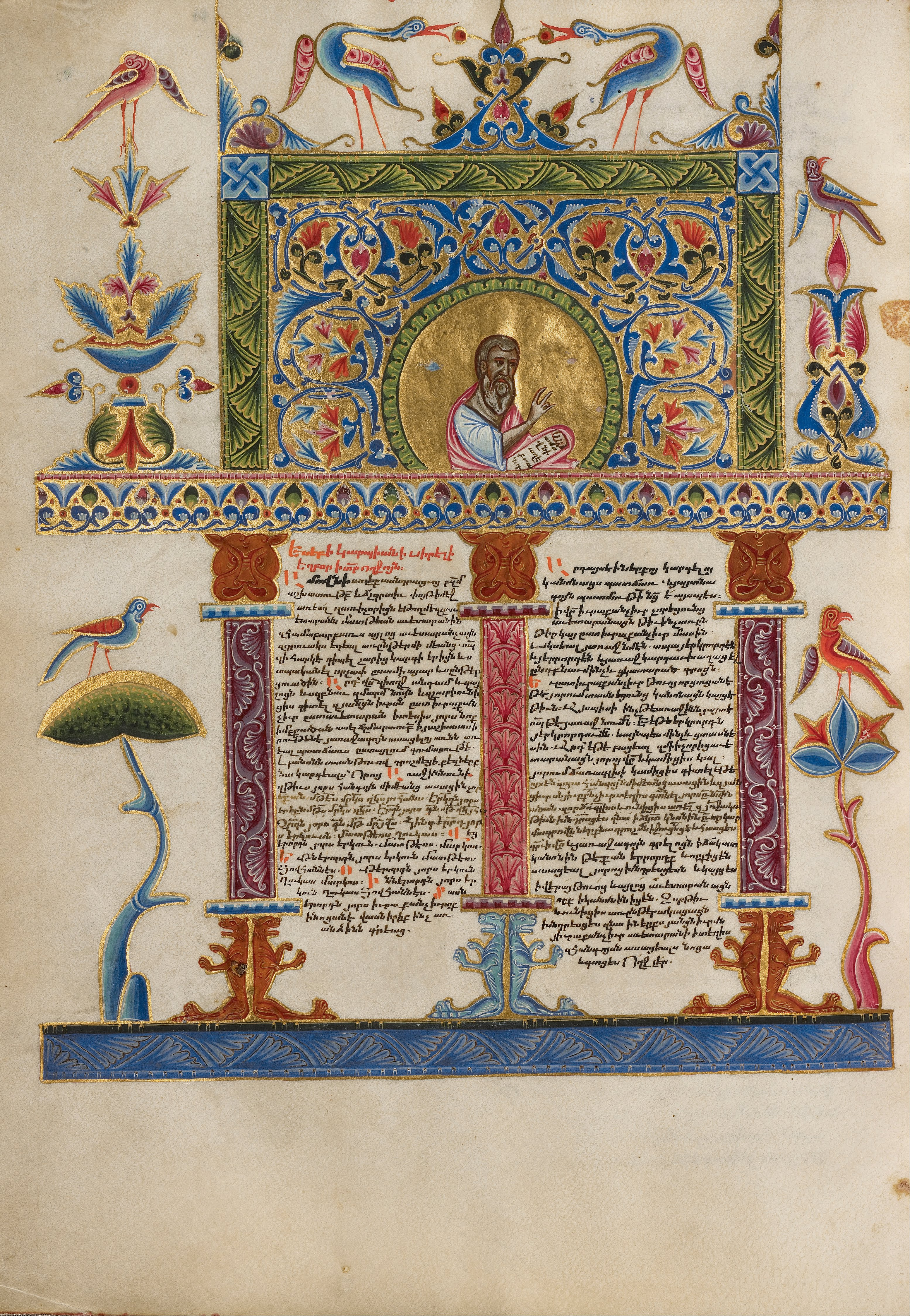
Pagină dintr-un manuscris anluminat armenesc; 1637–1638; tempera, vopsea aurie și foiță de aur pe pergament; înălțime: 25m2 cm; Centrul Getty (Los Angeles, SUA)

#### Anglo-saxonii
Arta anglo-saxonă cuprinde arta produsă în perioada anglo-saxonă a istoriei engleze, începând cu stilul perioadei de migrație pe care anglo-saxonii l-au adus cu ei de pe continent în secolul al V-lea și se încheie în 1066 cu cucerirea normandă a unui mari stat național anglo-saxon a cărui artă sofisticată a fost influențată în mare parte din nordul Europei. Cele două perioade de realizări deosebite au fost secolele al VII-lea și al VIII-lea, cu obiecte de metal și bijuterii de la Sutton Hoo și o serie de manuscrise anluminate magnifice, iar perioada finală după aproximativ 950, când a avut loc o renaștere a culturii engleze după sfârșitul invaziilor vikinge.  Până la Cucerire, trecerea la stilul romanic e aproape completă. Centrele artistice importante, în măsura în care acestea pot să fie înființate, au fost concentrate în extremitățile Angliei, în Northumbria, în special în perioada timpurie, și în Wessex și Kent în apropierea coastei de sud. 

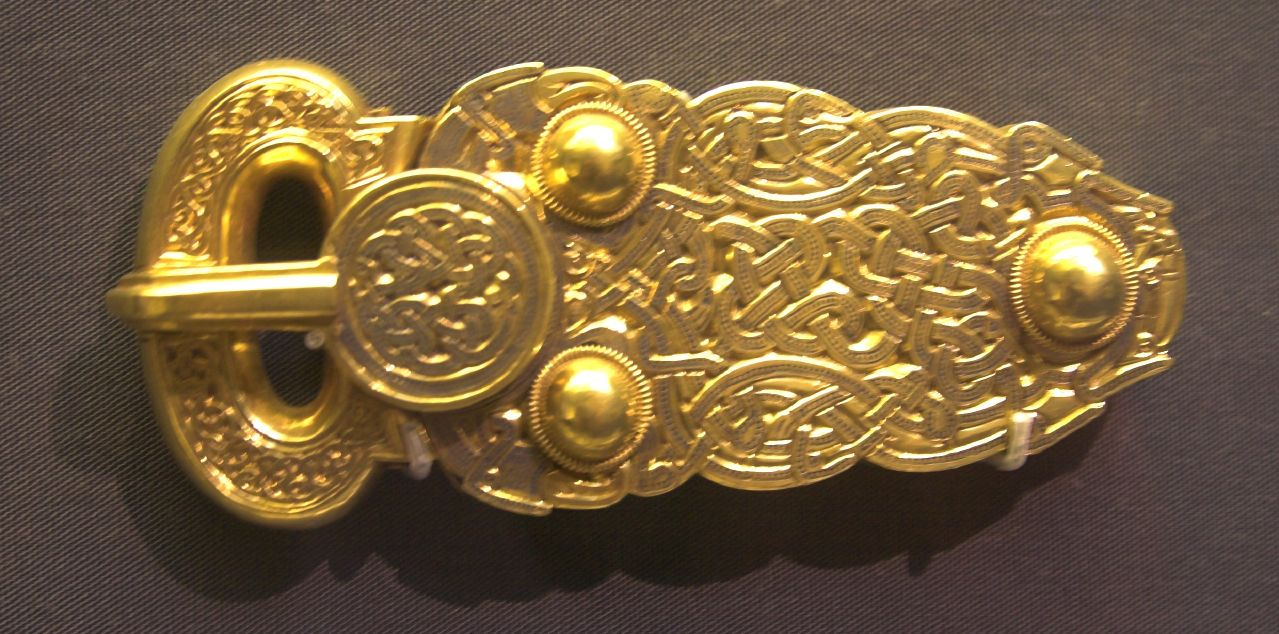
Cataramă de la Sutton Hoo; 580–620; aur și nielare; lungime: 13,1 cm; British Museum (Londra)
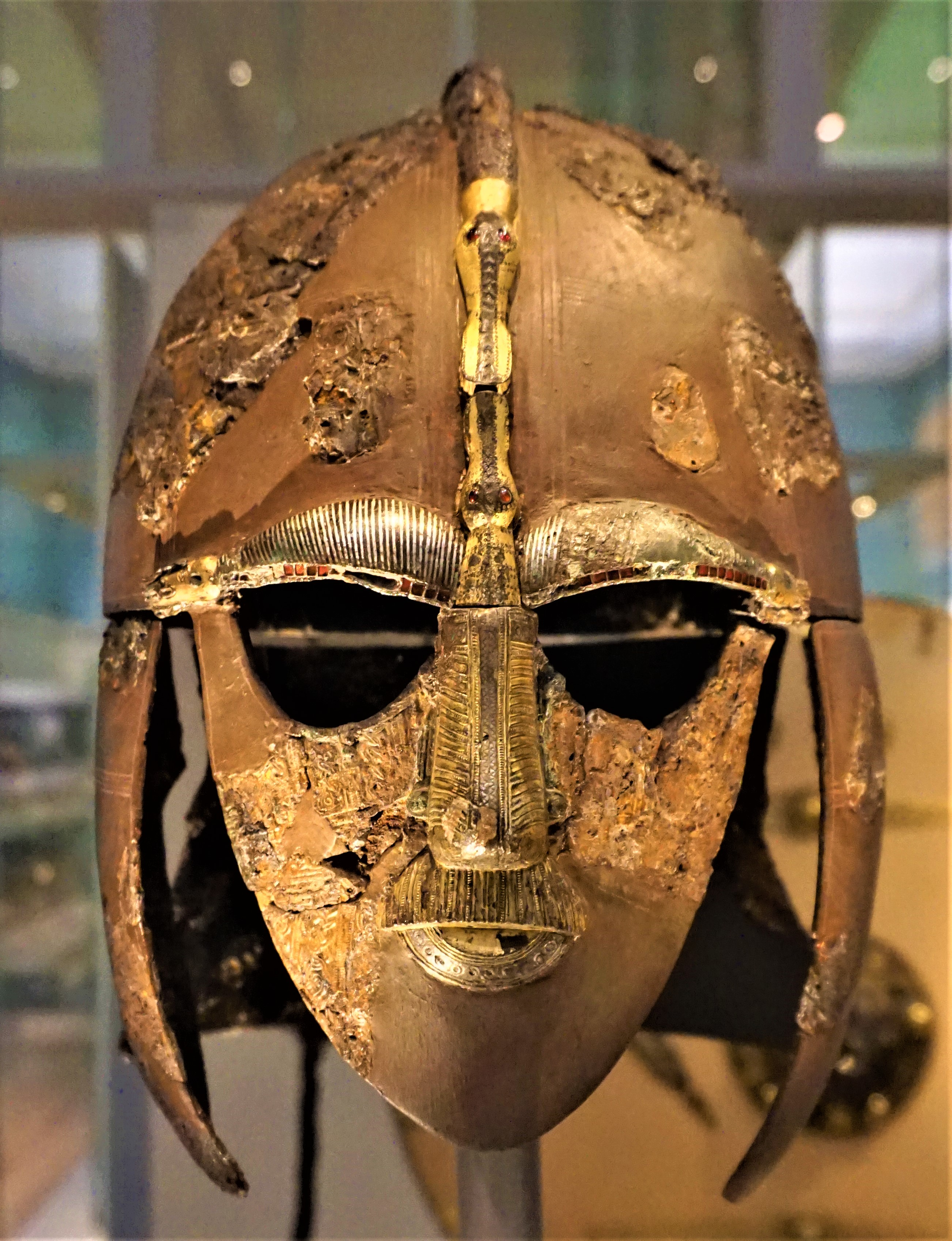
Coilful de la Sutton Hoo; secolul al VII-lea timpuriu; aliaj de cupru, fier, aur și granate; înălțime: 31,8 cm; British Museum
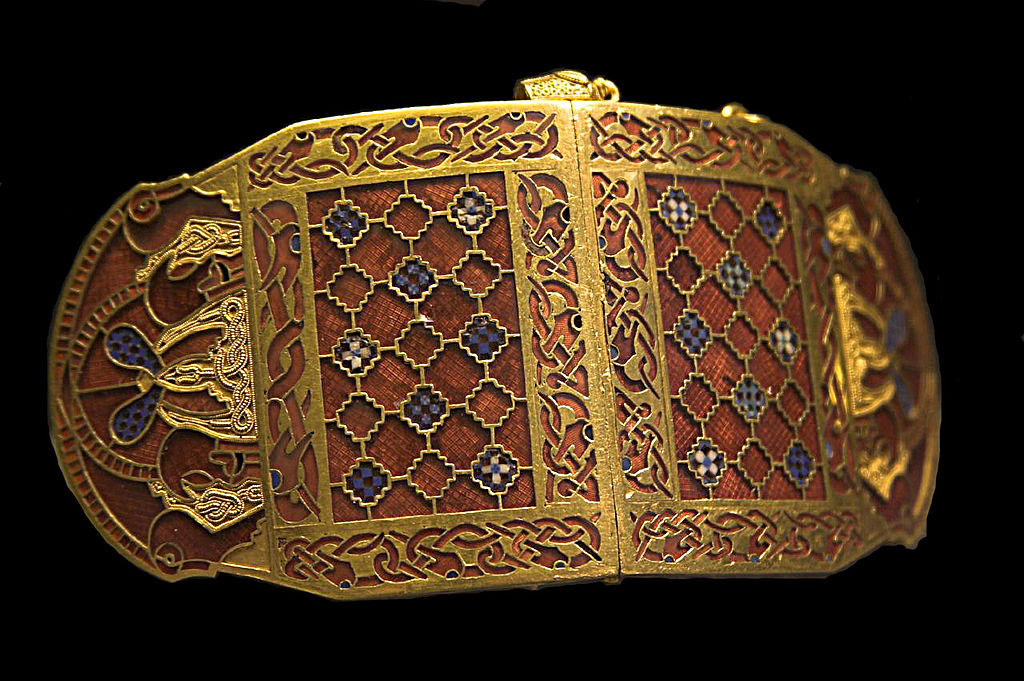
Cataramă de umăr de la Sutton Hoo; secolul al VII-lea timpuriu; aur, sticlă și granat; lungime: 12,7 cm; British Museum
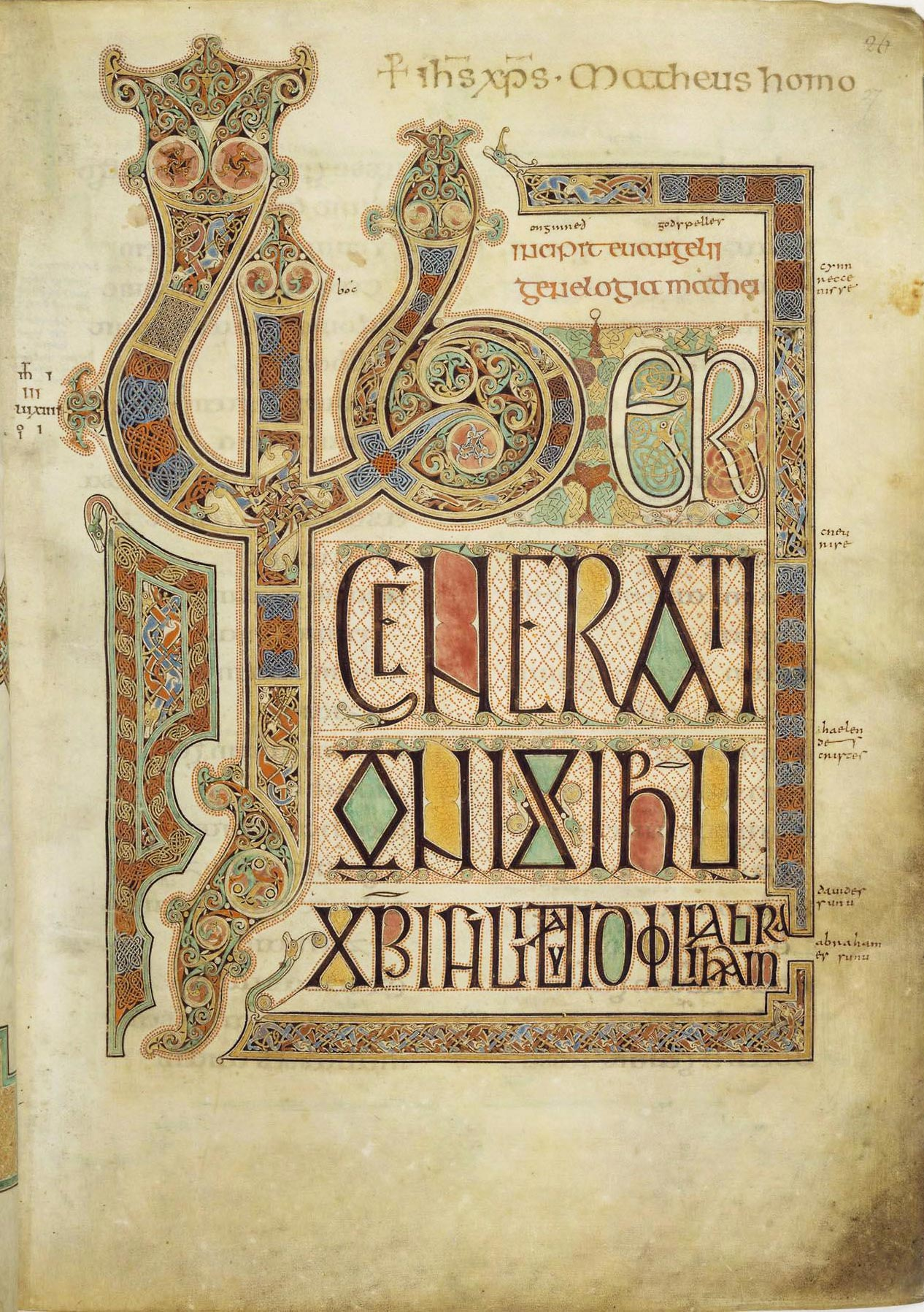
Incipit dintr-un manuscris; secolul al VII-lea timpuriu; cerneală și pigmenți pe pergament; 34 x 25 cm; Biblioteca Britanică (Londra)

#### Vikingii
Arta vikingă, cunoscută și sub denumirea de artă scandinavă, este un termen acceptat pe scară largă pentru arta scandinavilor și a așezărilor vikinge depărtate - în special în Insulele Britanice și Islanda - în epoca vikingă din secolele al VIII-lea-al XI-lea. Arta vikingă are multe elemente de design în comun cu arta celtică, cea germanică, cea romanică ulterioară și cea din Europa de Est, împărtășind multe influențe cu fiecare din tradițiile astea.

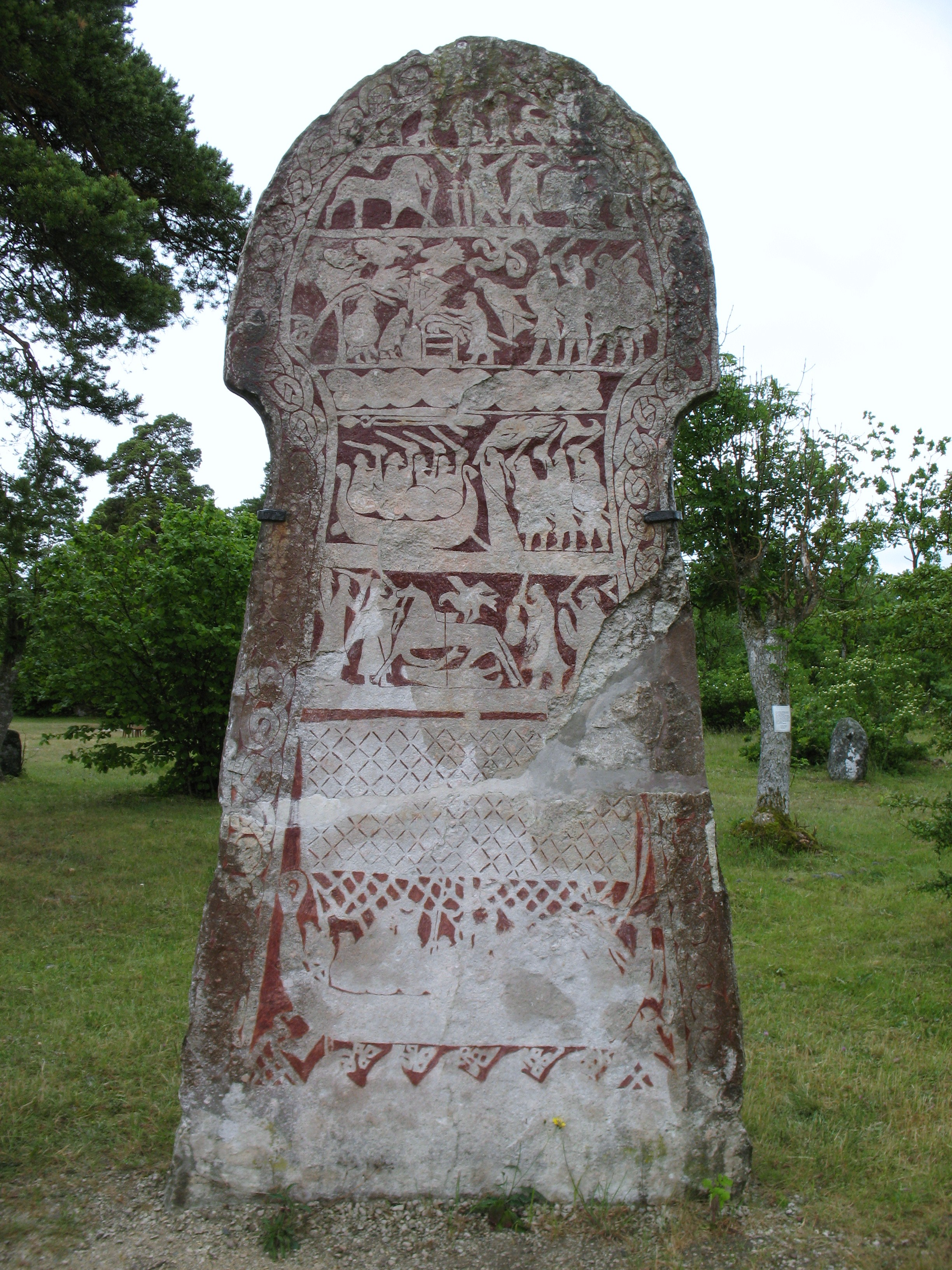
Una dintre Pietrele din Stora Hammars; circa 750; calcar; înălțime: 3,7 m; Lärbro (Suedia)
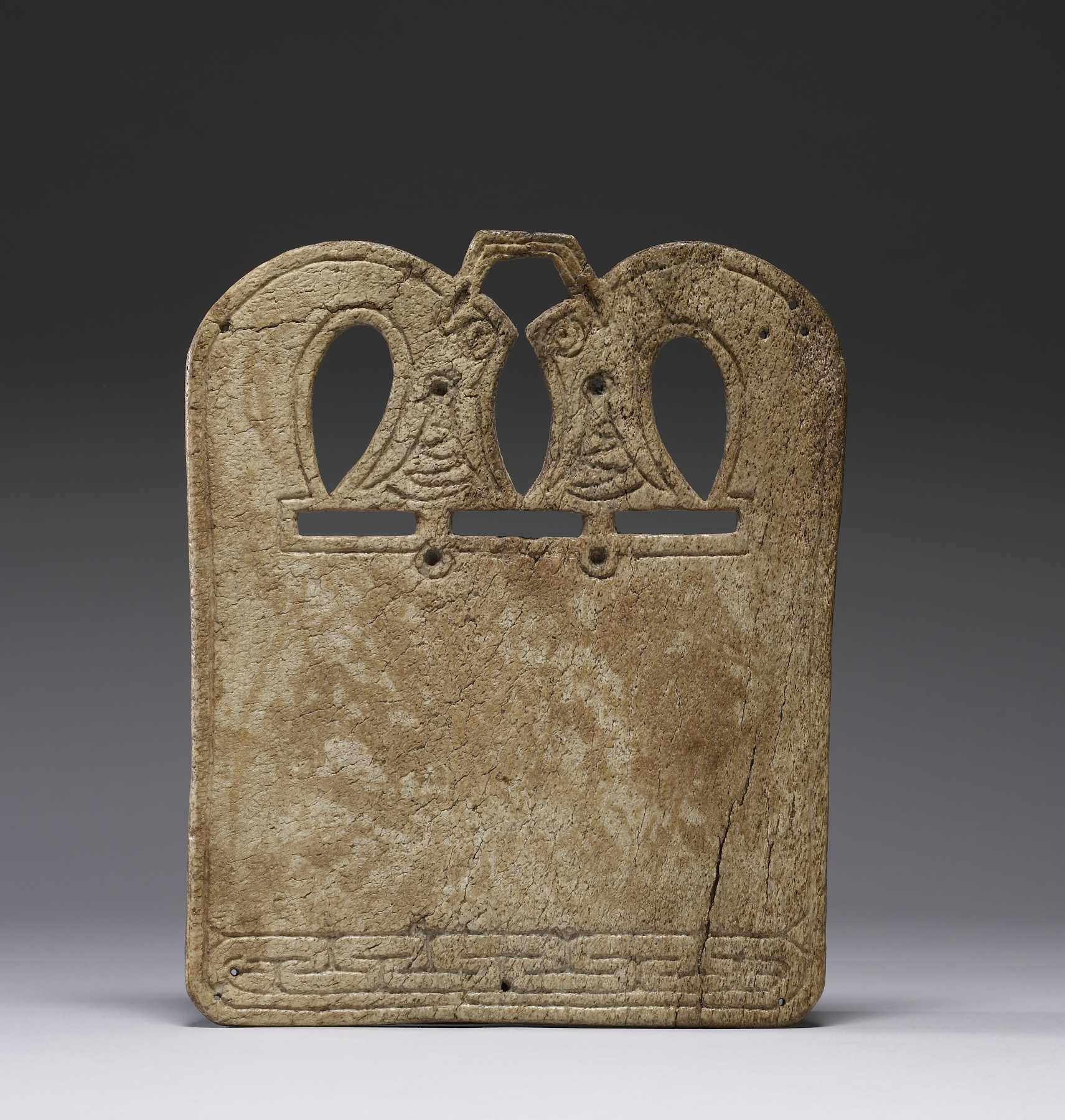
Placă decorată cu capete de monștri; secolele al VIII-lea-al IX-lea târziu; os de balenă; 22 × 18,3 × 0,8 cm; Muzeul de Artă Walters (Baltimore, SUA)
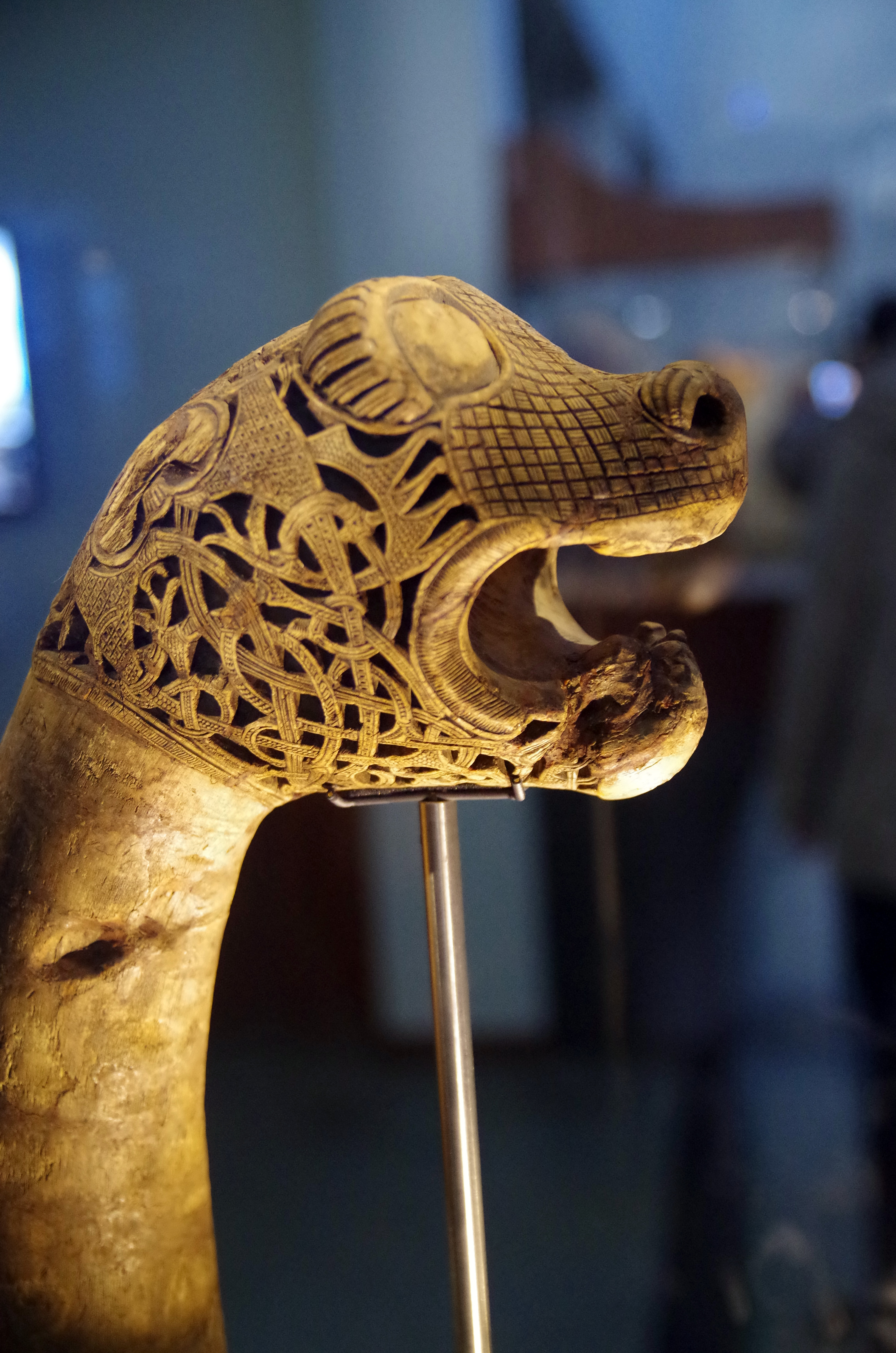
Capăt înformă de cap de animal; circa 820; lemn; înălțime: 51 cm; Muzeul Navelor Vikinge (Oslo, Norvegia)
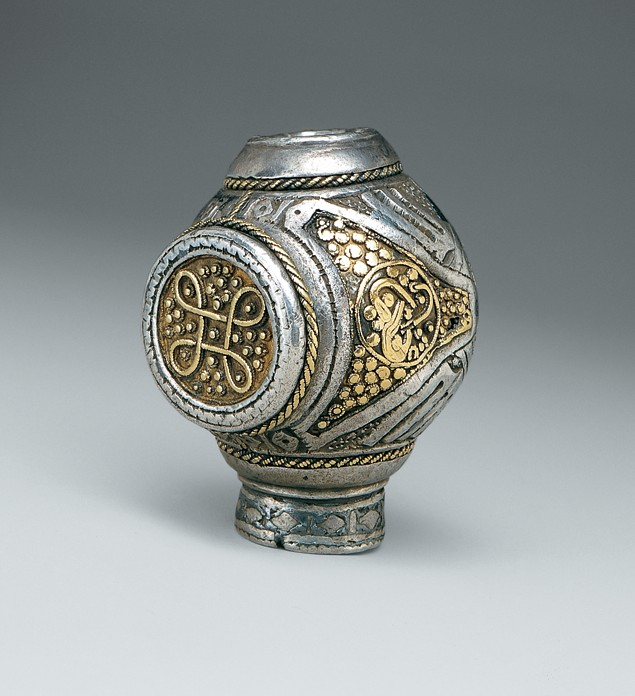
Parte a unei borșe; circa 950; argint, aur și nielare; per ansamblu: 5 x 3,7 x 3,6 cm; Muzeul Metropolitan de Artă (New York City)

#### Arta romanică
Arta romanică a fost primul stil paneuropean care a apărut după Imperiul Roman, care se întinde între mijlocul secolului al X-lea și al XIII-lea. Bisericile romanice se caracterizează printr-o articulare rigidă și claritate geometrică, încorporate într-un întreg volumetric unificat. Arhitectura e austeră, dar însuflețită de sculpturile decorative ale capitalurilor și portalurilor, precum și de fresce în interioare.
De la mijlocul secolului al XI-lea până la începutul secolului al XIII-lea, picturile romanice erau bidimensionale, definite prin contururi liniare și geometrie, în special în manipularea draperiei; au fost accentuate simetria și frontalitatea. Practic toate bisericile occidentale au fost pictate, dar probabil doar câțiva pictori de zid au fost călugări; în schimb, artiștii itineranți au efectuat cea mai mare parte a lucrărilor. O paletă limitată, dominată de alb, roșu, galben ocru și azur, a fost folosită pentru un efect vizual maxim, cu o colorare densă formând un fundal de benzi, o practică care își are originea în arta clasică târzie ca încercare de a distinge pământul și cerul.
Pe parcursul secolelor al X-lea și al XII-lea, în marea epocă a monahismului occidental, Europa a cunoscut o schimbare economică, socială și politică fără precedent, ceea ce a dus la creșterea bogăției între proprietarii de terenuri, inclusiv mănăstirile. Cererea era din ce în ce mai mare de cărți, iar bogăția economică a permis ca multe manuscrise să fie bogat anluminate.
Unul dintre artefactele marcante ale epocii este Tapiseria de la Bayeux, lungă de 70 de metri. Prezintă evenimentele care au dus la cucerirea normandă a Angliei cu protagoniștii Wilhelm Cuceritorul și Harold, contele de Wessex, ulterior rege al Angliei, și care au culminat cu Bătălia de la Hastings. Se crede că datează din secolul al XI-lea.

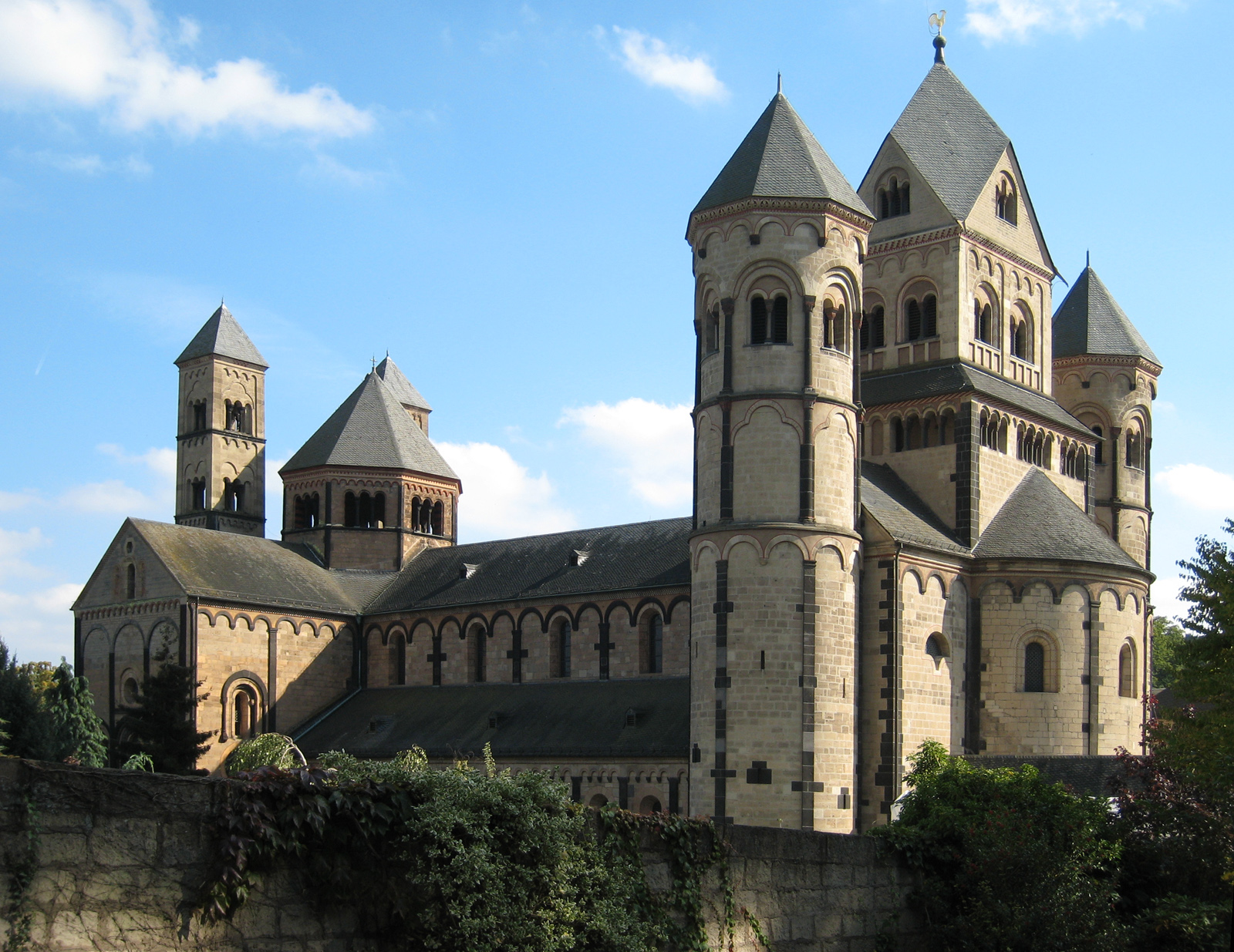
Abația Maria Laach (în apropiere de Andernach, Germania), una dintre cele mai reprezentative biserici romanice
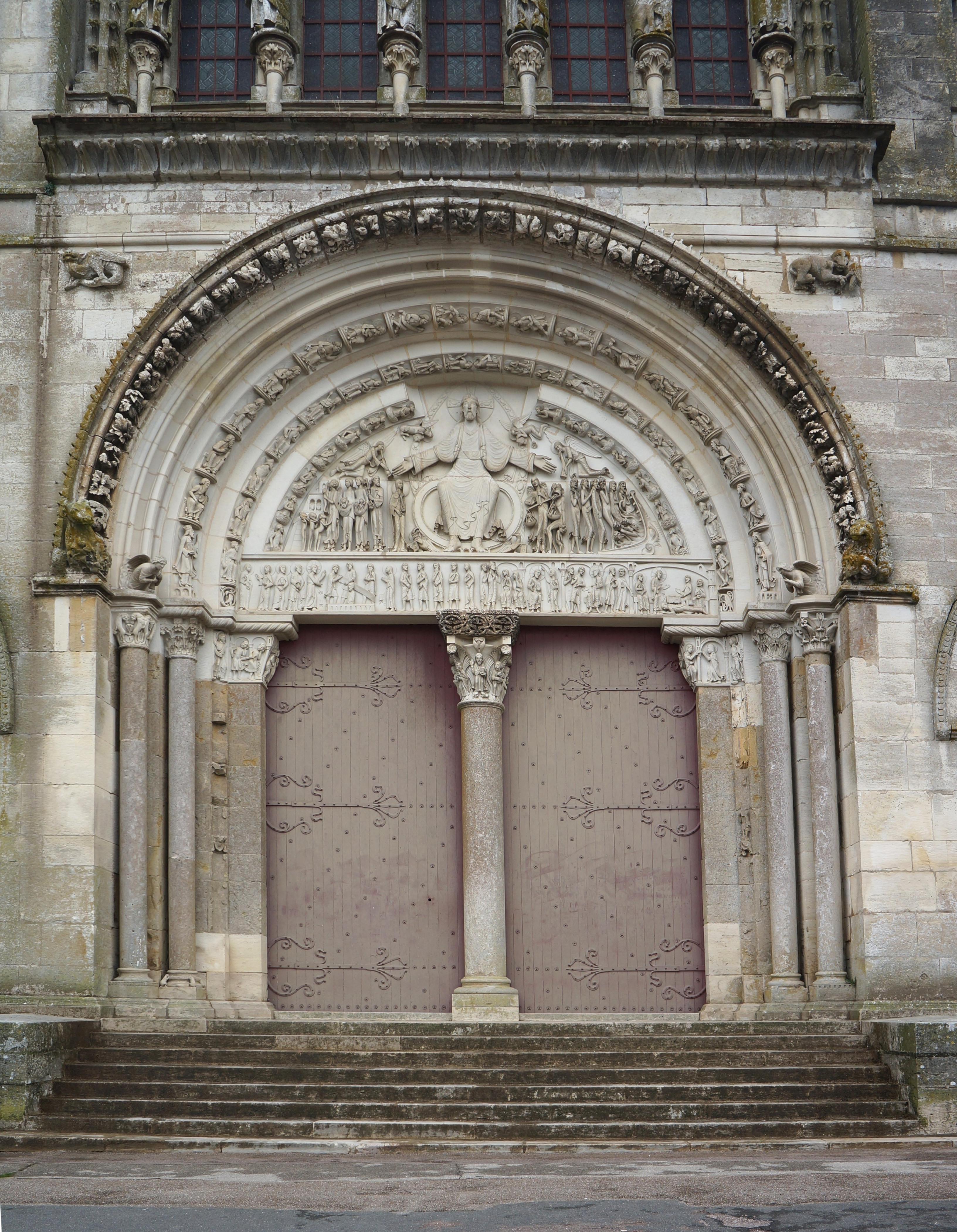
Relief de piatră cu Iisus, la intrarea Abației Vézelay (Burgundia, France)
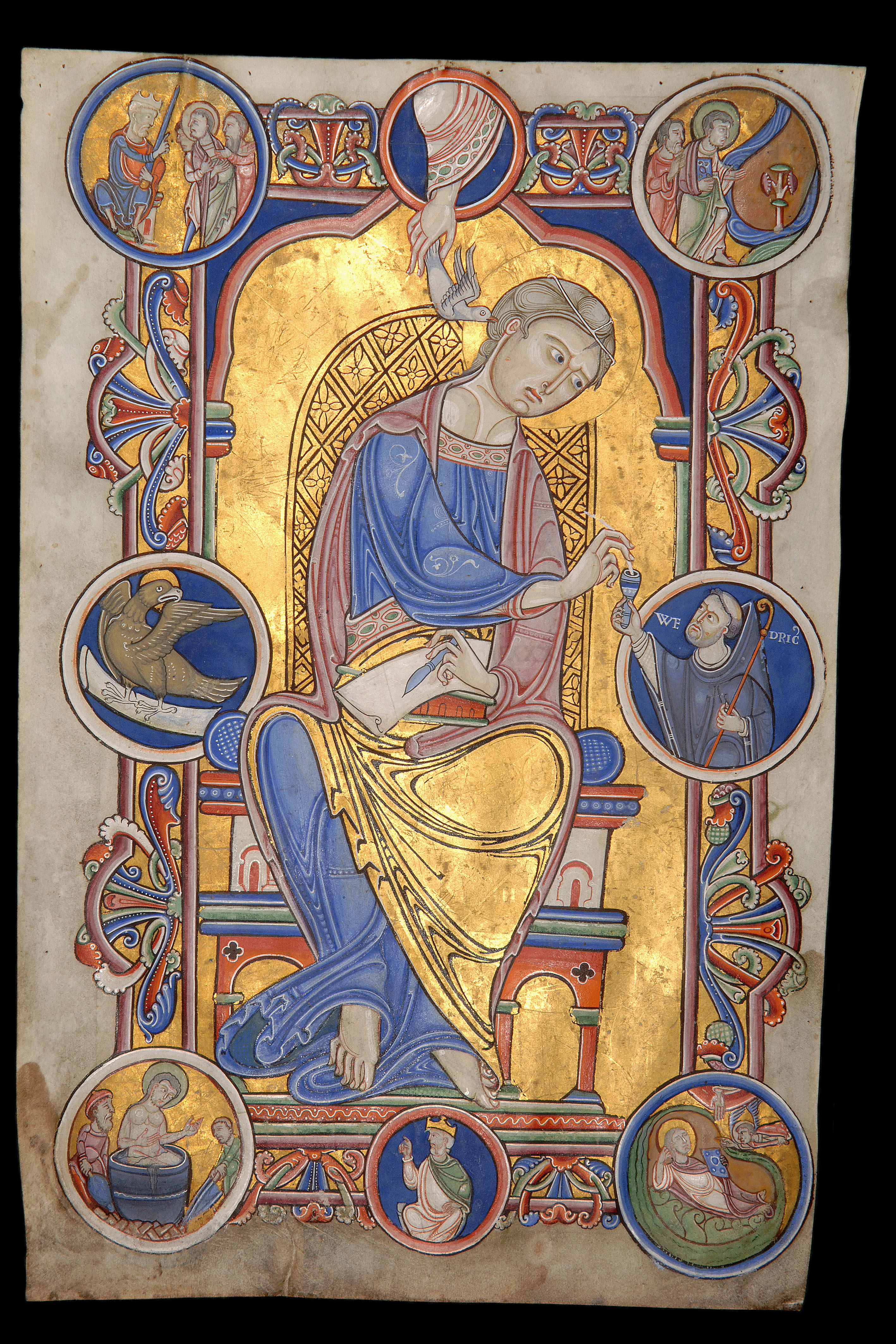
Miniatură a lui Ioan Evanghelistul; înainte de 1147; anluminură pe pergament; 35,5 cm; Avesnes-sur-Helpe (Franța)
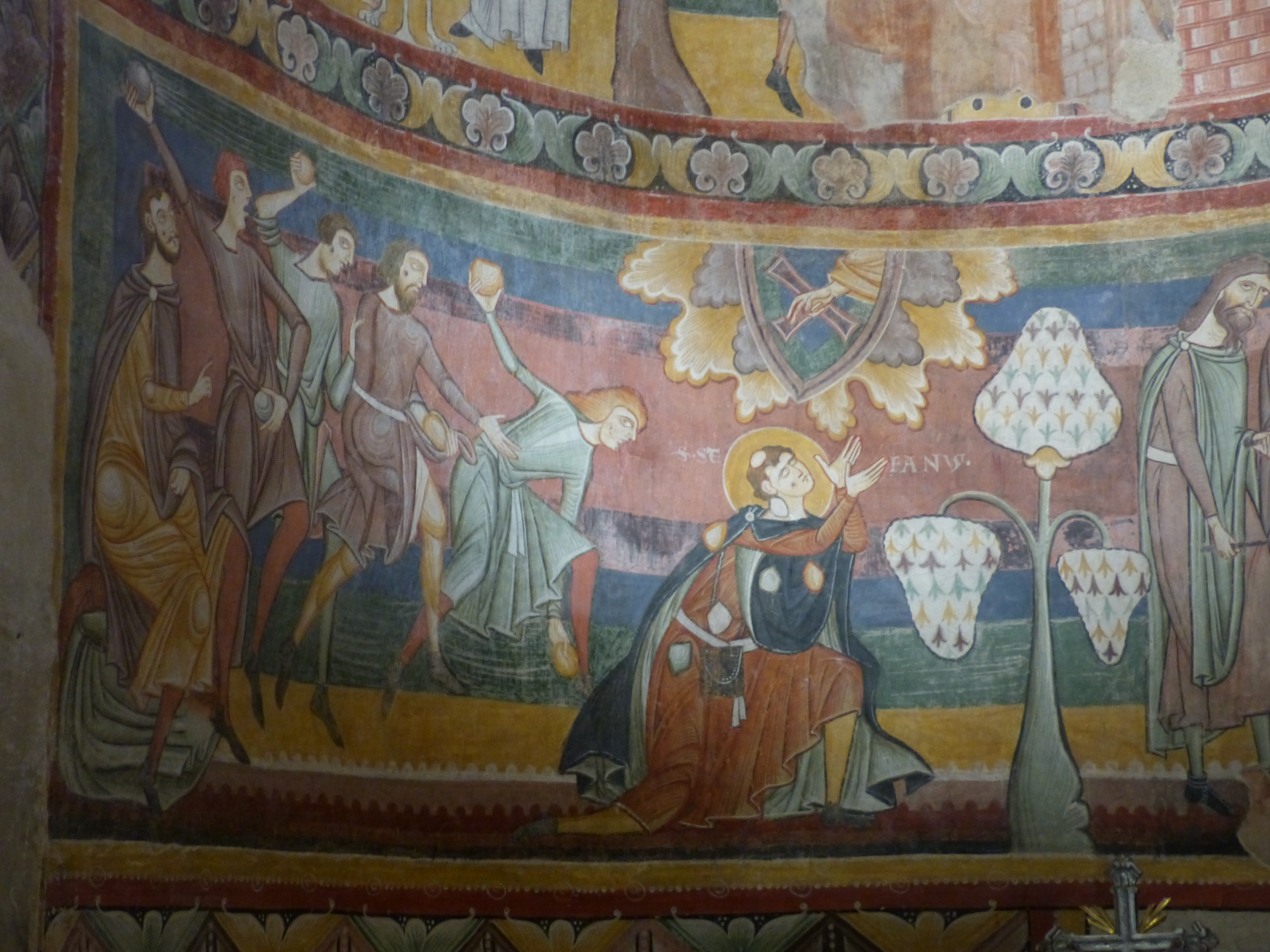
Lapidarea Sfântului Ștefan; anii 1160; frescă; înălțime: 1,3 m; Abația Sfântul Ioan (Val Müstair, Cantonul Grisunilor, Elveția)

#### Arta gotică
Arta gotică s-a dezvoltat în nordul Franței din arta romanică în secolul al XII-lea d.Hr., și condusă de dezvoltarea concomitentă a arhitecturii gotice. S-a răspândit în toată Europa de Vest și în cea mai mare parte a Europei de Sud și Centrale, niciodată neafectând stilurile mai clasice din Italia. La sfârșitul secolului al XIV-lea, s-a dezvoltat stilul de curte sofisticat al goticului internațional, care a continuat să evolueze până la sfârșitul secolului al XV-lea.
Componentele catedralelor gotice, cu sculpturile și vitraliile lor, sunt reprezentative pentru stilul gotic. Se deosebește de arhitectura romanică prin bolțile sale în formă de coaste și prin folosirea ogivelor. În locul zidurilor romanice groase, clădirile gotice sunt subțiri și înalte. Scările în spirală din turnurile sunt specifice arhitecturii gotice.
Pictura gotică, cea mai mare parte executată în tempera și, ulterior, uleiuri pe panou, precum și fresce, și cu o paletă din ce în ce mai largă de culori secundare, e în general mai „naturalistă” decât cea romanică. S-a evidențiat umanitatea narațiunii religioase și s-a individualizat starea emoțională a personajelor. Urbanitatea crescută a economiei medievale și creșterea patronului cleric și laic au înregistrat o schimbare în natura pieței de artă, care poate să fie văzută în evoluția manuscriselor anluminate gotice. Atelierele au angajat specialiști pentru diferite elemente ale paginilor, cum ar fi figuri sau motive marginale ale viței de vie.

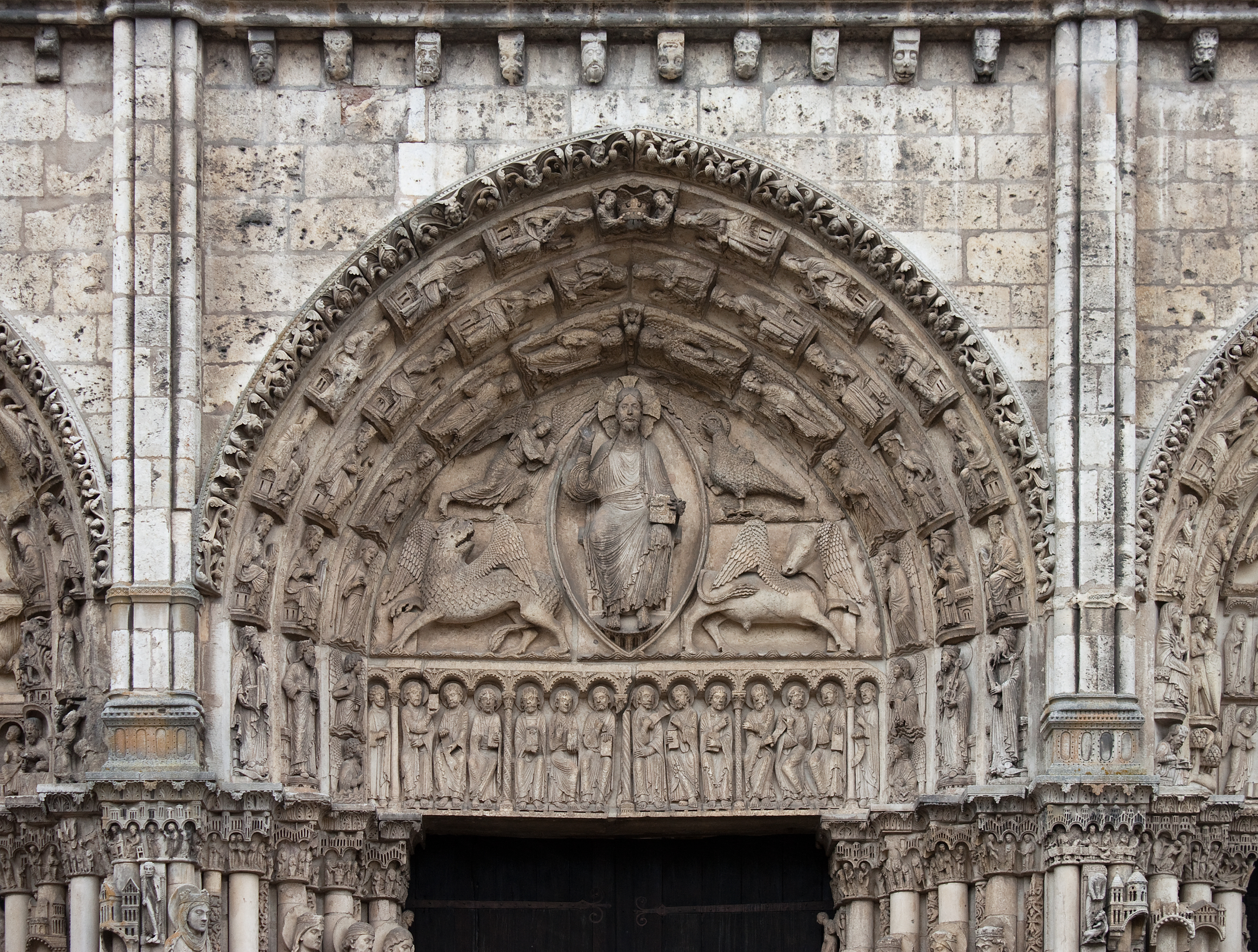
Parte a Portalului Regal; 1145–1155; calcar; Catedrala Notre-Dame din Chartres (Chartres, Franța)
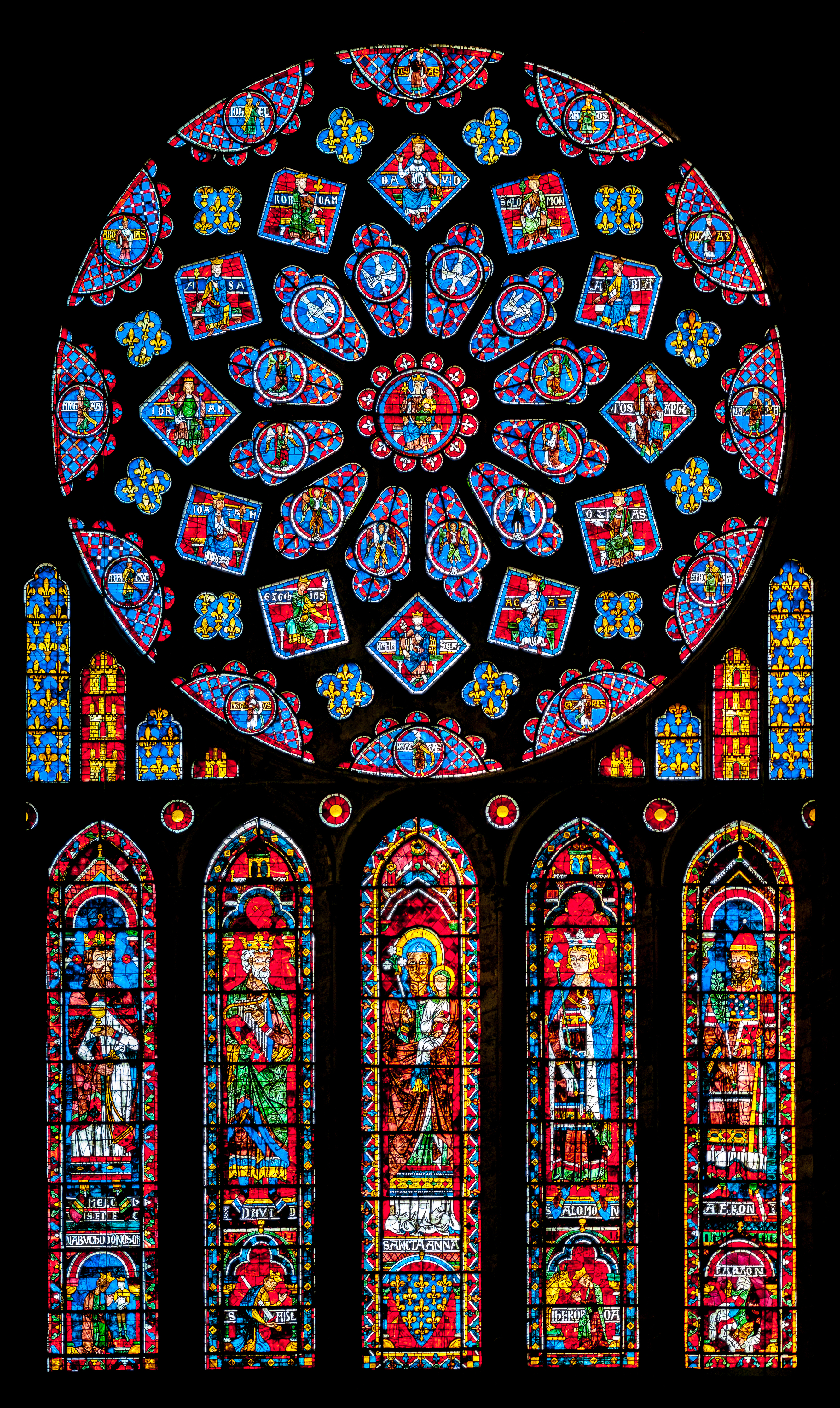
Fereastră; circa 1230–1235; vitraliu; diamtru (fereastra rozetă): 10,2 m; Catedrala Notre-Dame din Chartres
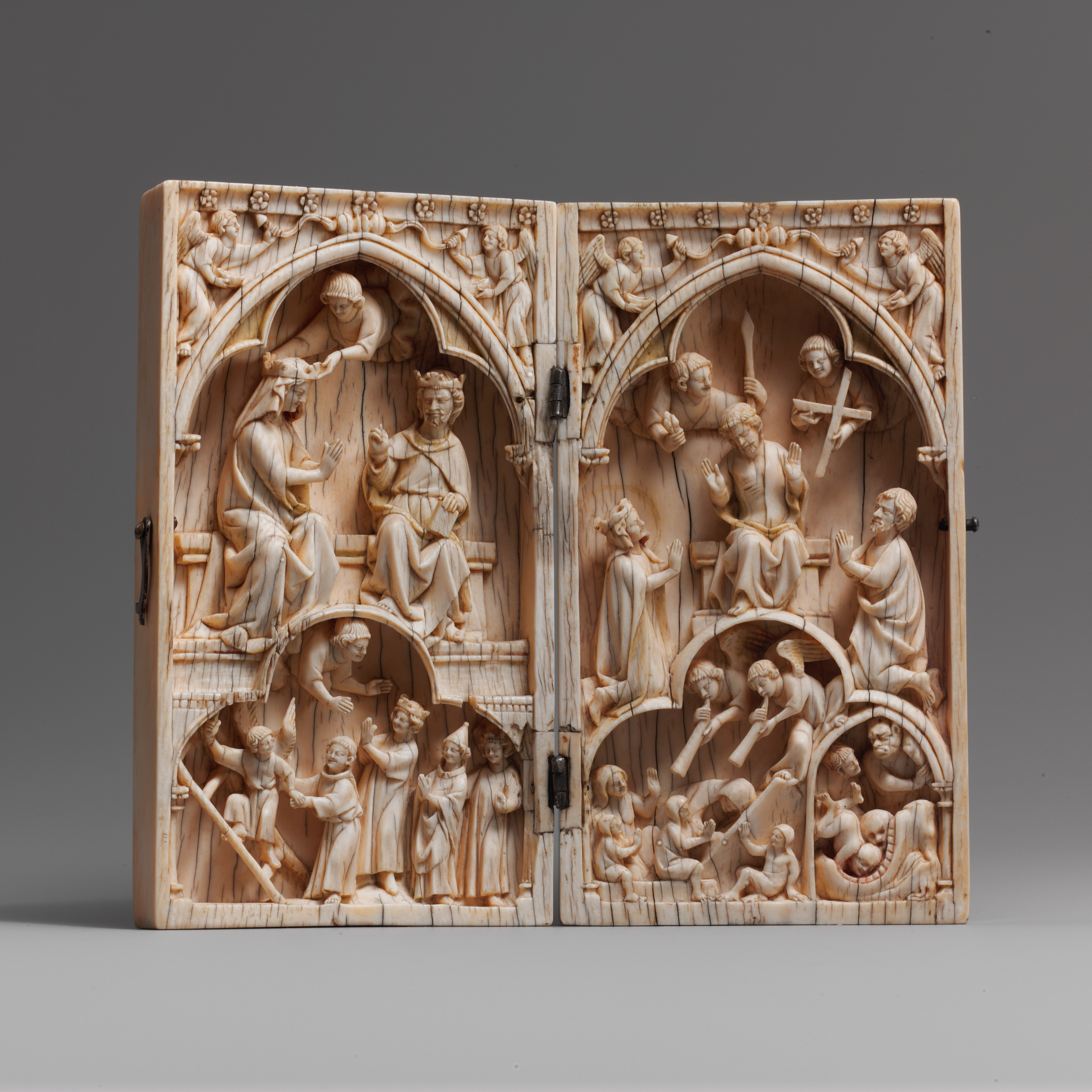
Diptic francez cu încoronarea Fecioarei Maria și Judecata de Apoi; 1260–1270; fildeș de elefant cu montură metalică; per ansamblu: 12,7 x 13 x 1,9 cm; Muzeul Metropolitan de Artă (New York City)
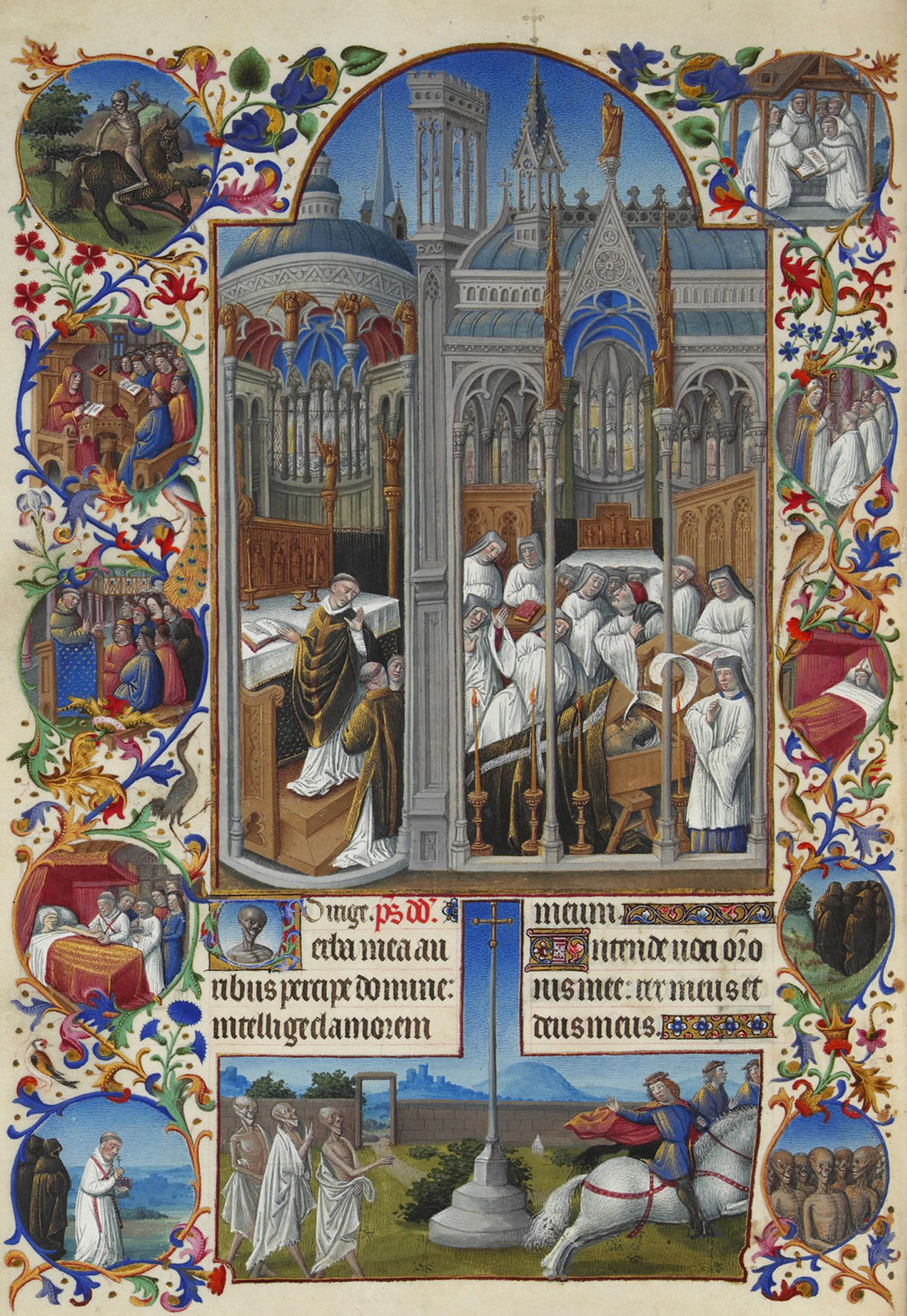
Pagină din Très Riches Heures du Duc de Berry care prezintă înmormântarea lui Raymond Diocrès; 1411-1416 și 1485–1486; tempera pe pergament; înălțime: 29 cm, lățime: 21 cm; Muzeul Condé (Chantilly, Franța)
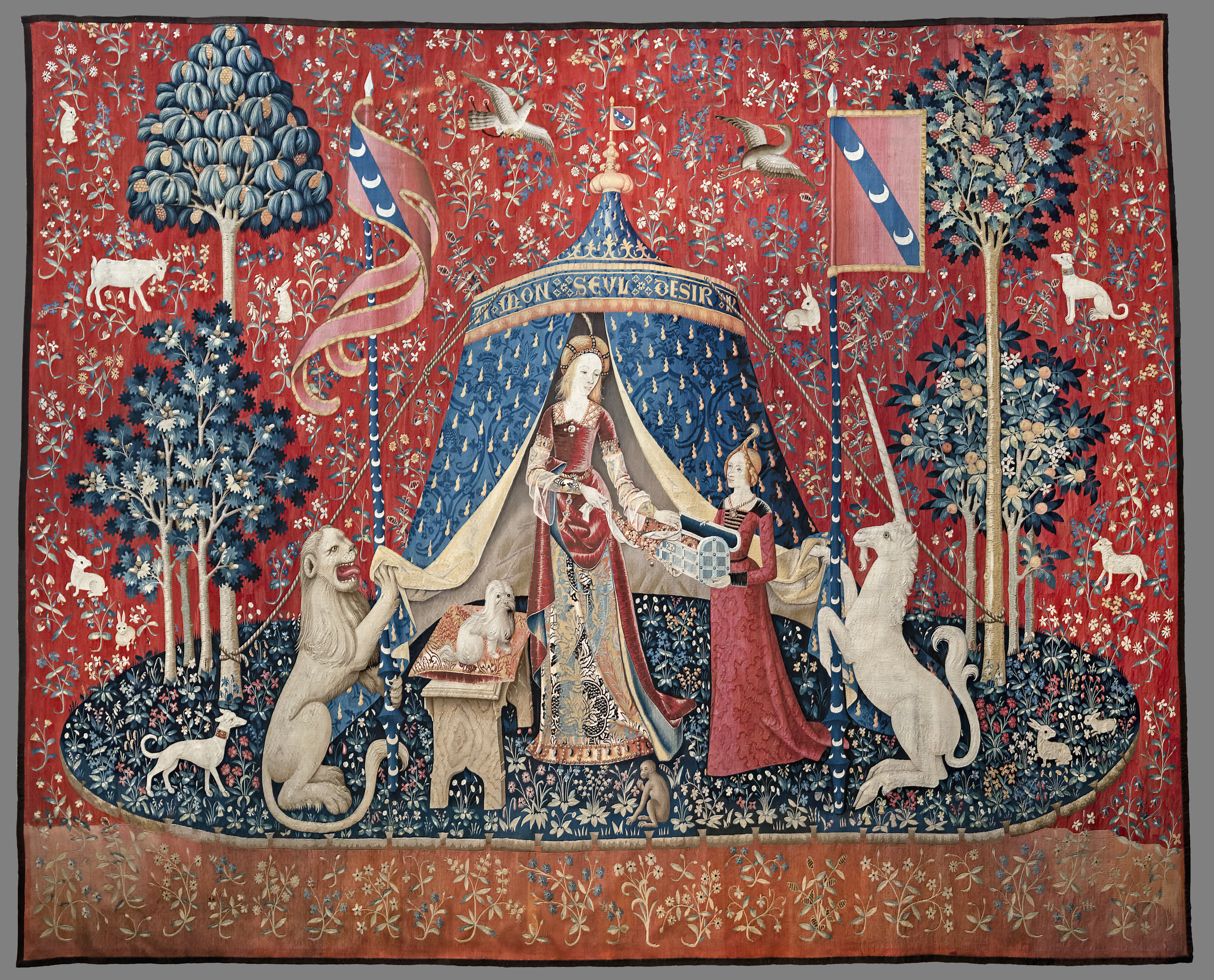
Doamna și Unicornul, titlu dat unei serii de șase tapiserii țesute în Flandra, cea de aici fiind numită À Mon Seul Désir; secolul al XV-lea târziu; lână și mătase; 377 x 473 cm; Musée de Cluny (Paris)
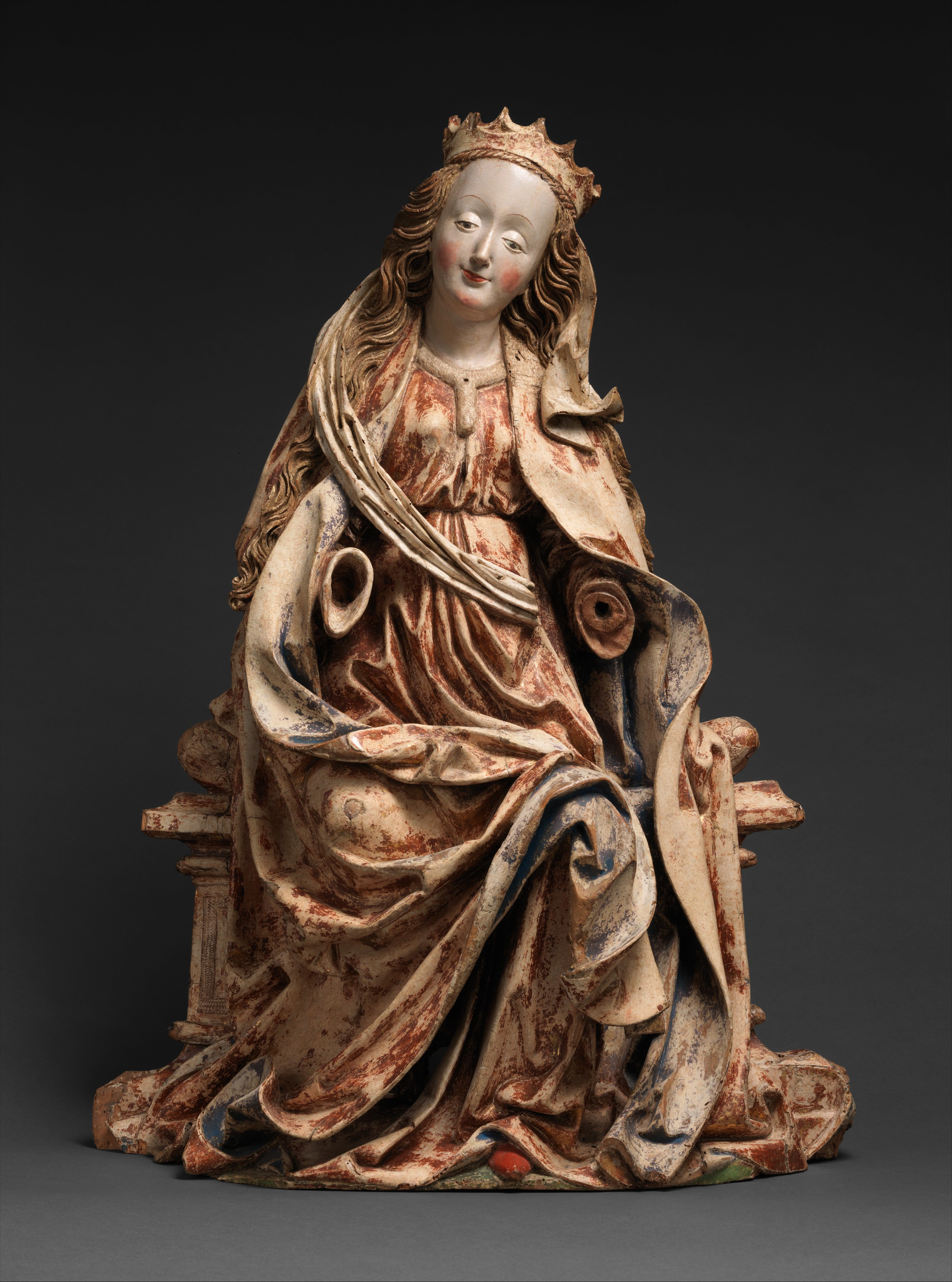
Statuetă austriacă a Fecioarei Maria pe tron; 1490–1500; calcar cu gesso, pictat și aurit; 80,3 x 59,1 x 23,5 cm; Muzeul Metropolitan de Artă
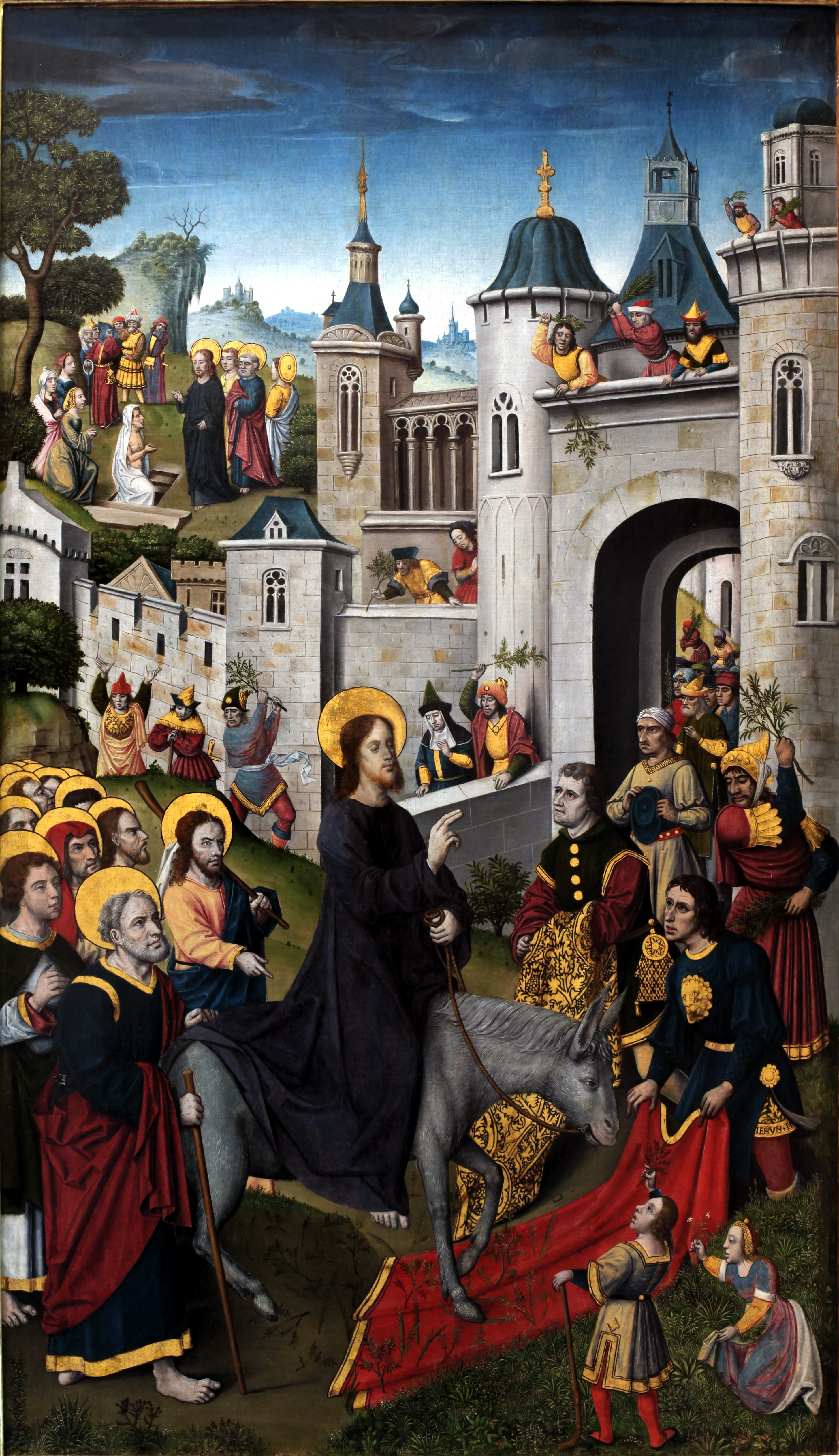
Intrarea în Ierusalim; circa 1500; pictură; Muzeul de Arte Frumoase din Lyon (Lyon, Franța)
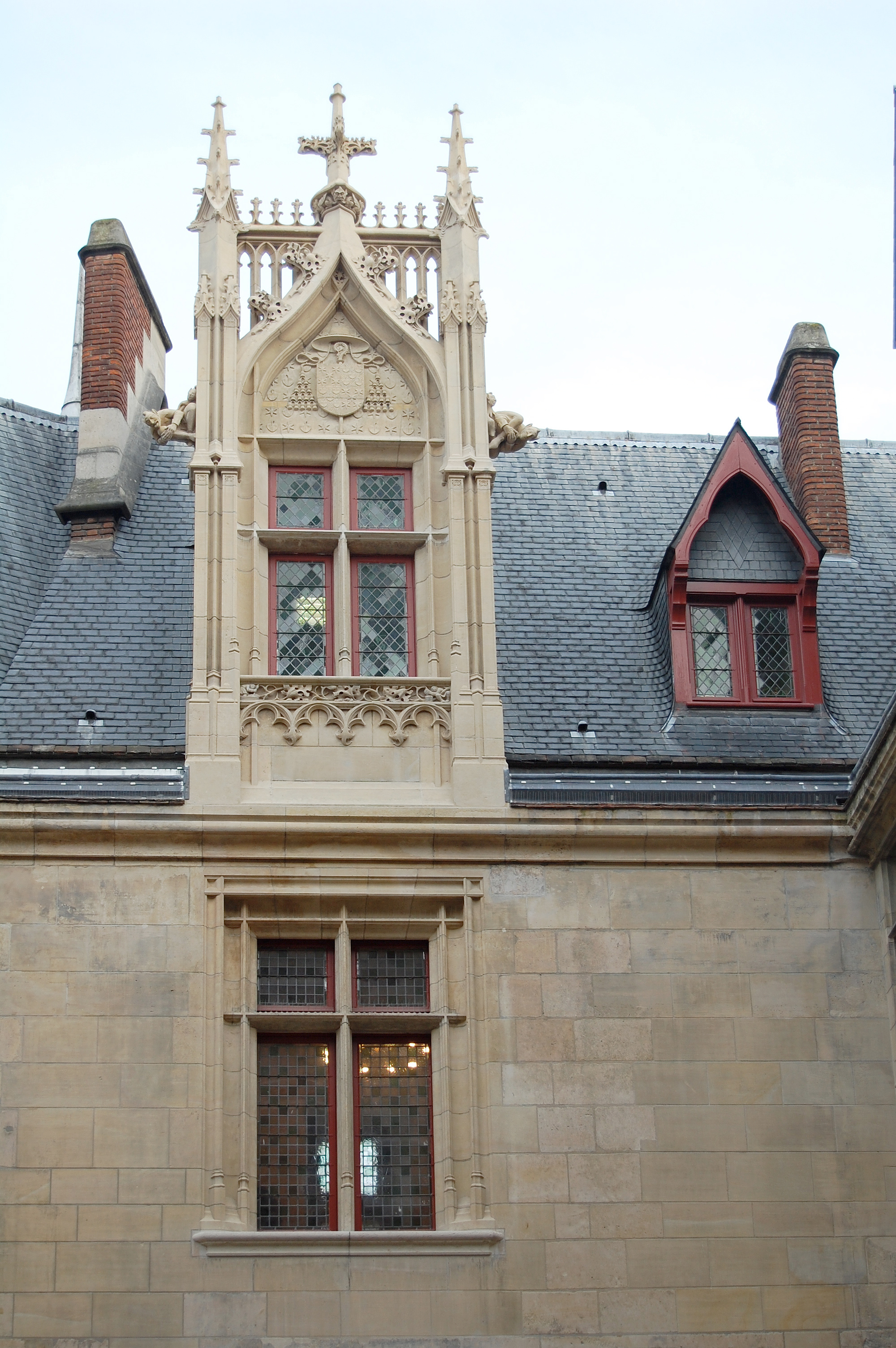
Fereastră gotică flamboiantă a Hôtelului de Sens (Paris), terminat în 1507

#### Rusia și Ucraina
Istoria arhitecturală a Rusiei este condiționată de Europa de Est Ortodoxă. A experimentat din când în când mișcări de occidentalizare care au culminat cu reformele cuprinzătoare ale lui Petru cel Mare (în jurul anului 1700). Din vremurile preistorice materialul arhitecturii vernaculare rusești a fost lemnul. Bisericile bizantine și arhitectura Rusiei Kievene s-au caracterizat prin cupole mai mari, fără un cadru special ridicat deasupra tamburului. Spre deosebire de această formă străveche, fiecare tambur al unei biserici rusești este înconjurat de o structură specială din metal sau cherestea. Arhitectura rusă a folosit forma cupolei nu numai pentru biserici, ci și pentru alte clădiri. Unele caracteristici preluate de la templele păgâne slave sunt galeriile exterioare și multitudinea de turnuri.
Folosirea și confecționarea de icoanelor au intrat în Rusia Kieveană în urma convertirii la creștinismul ortodox din Imperiul Roman de Est (Bizanț) în anul 988. De obicei, icoanele au urmat cu strictețe modele și formule consacrate de folosire, unele dintre ele provenind din Constantinopol. Odată cu trecerea timpului, rușii - în special Andrei Rubliov și Dionisius - au lărgit vocabularul tipurilor și stilurilor de icoane mult peste orice se găsește în altă parte. Tradițiile personale, improvizatoare și creative ale artei religioase din Europa de Vest lipsesc în mare parte din Rusia înainte de secolul al XVII-lea, când pictura lui Simon Ușakov a devenit puternic influențată de picturile și gravurile religioase din Europa protestantă, precum și din Europa catolică.

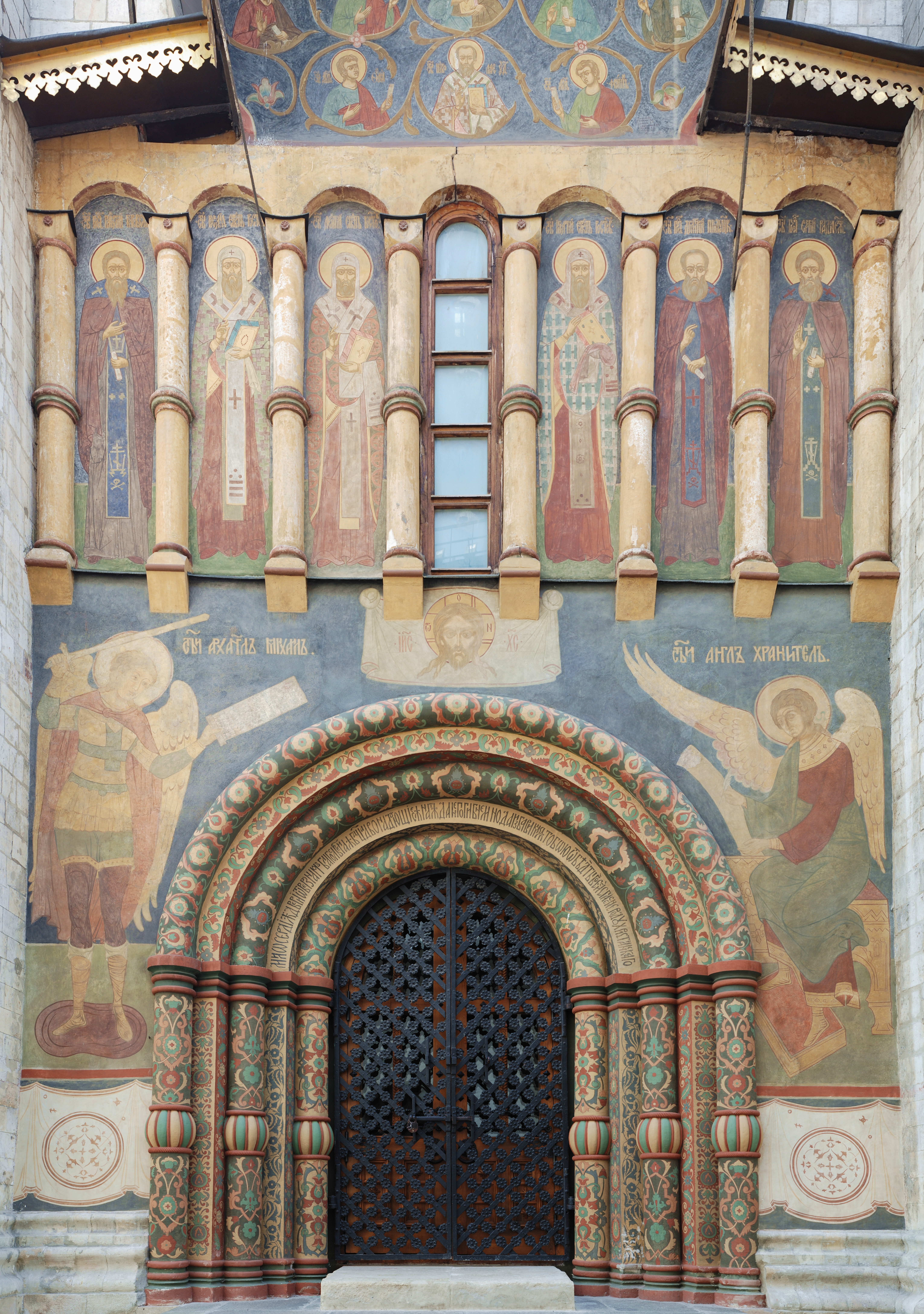
Intrarea Catedralei Adormirii Maicii Domnului din Kremlinul din Moscova (Rusia)
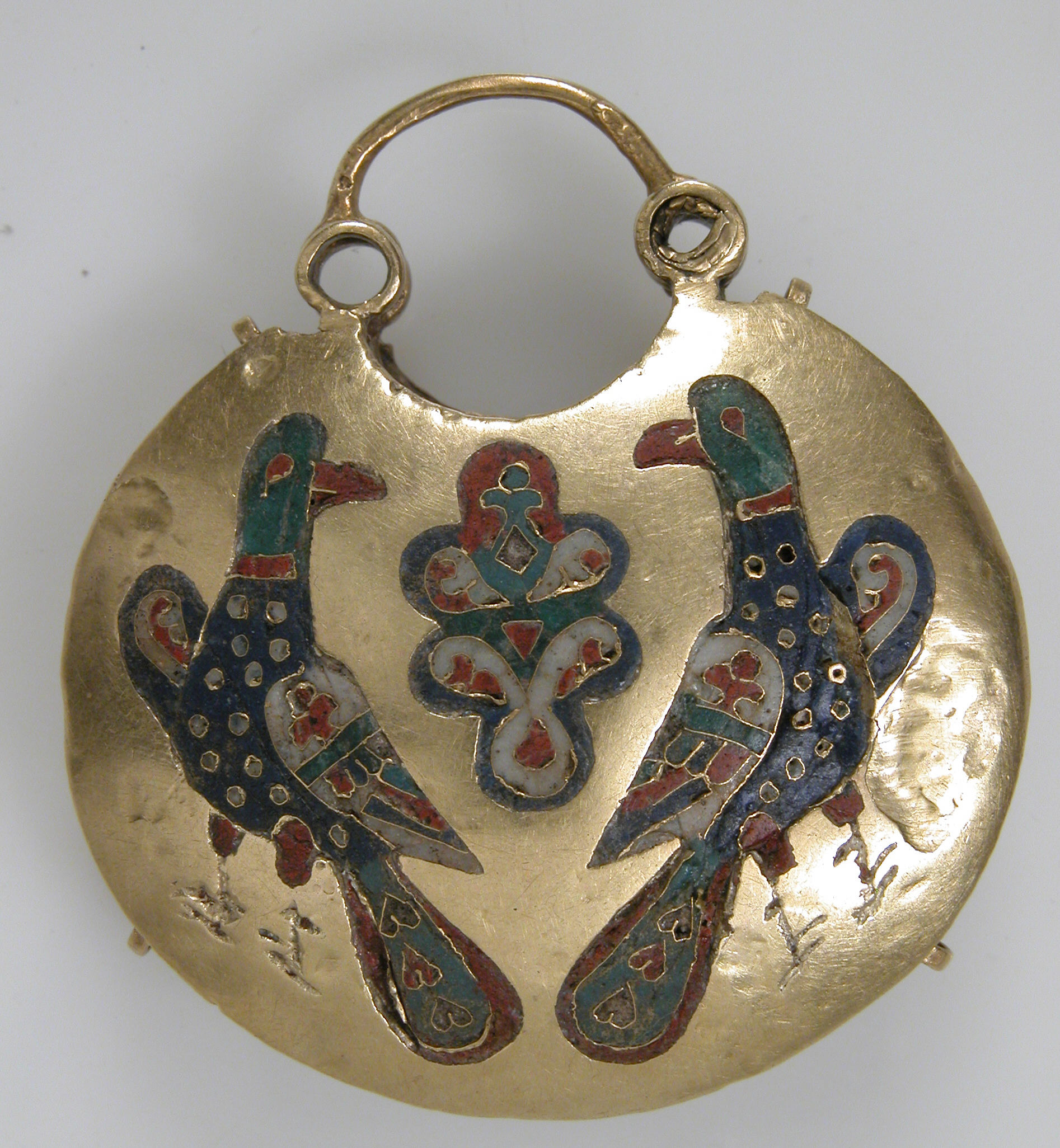
Pandantiv cu două păsări care înconjoară un copac al vieții; secolele al XI-lea-al XII-lea; cloisonné și aur; per ansamblu: 5,4 x 4,8 x 1,5 cm; făcut în Kiev (Ucraina); Muzeul Metropolitan de Artă (New York City)
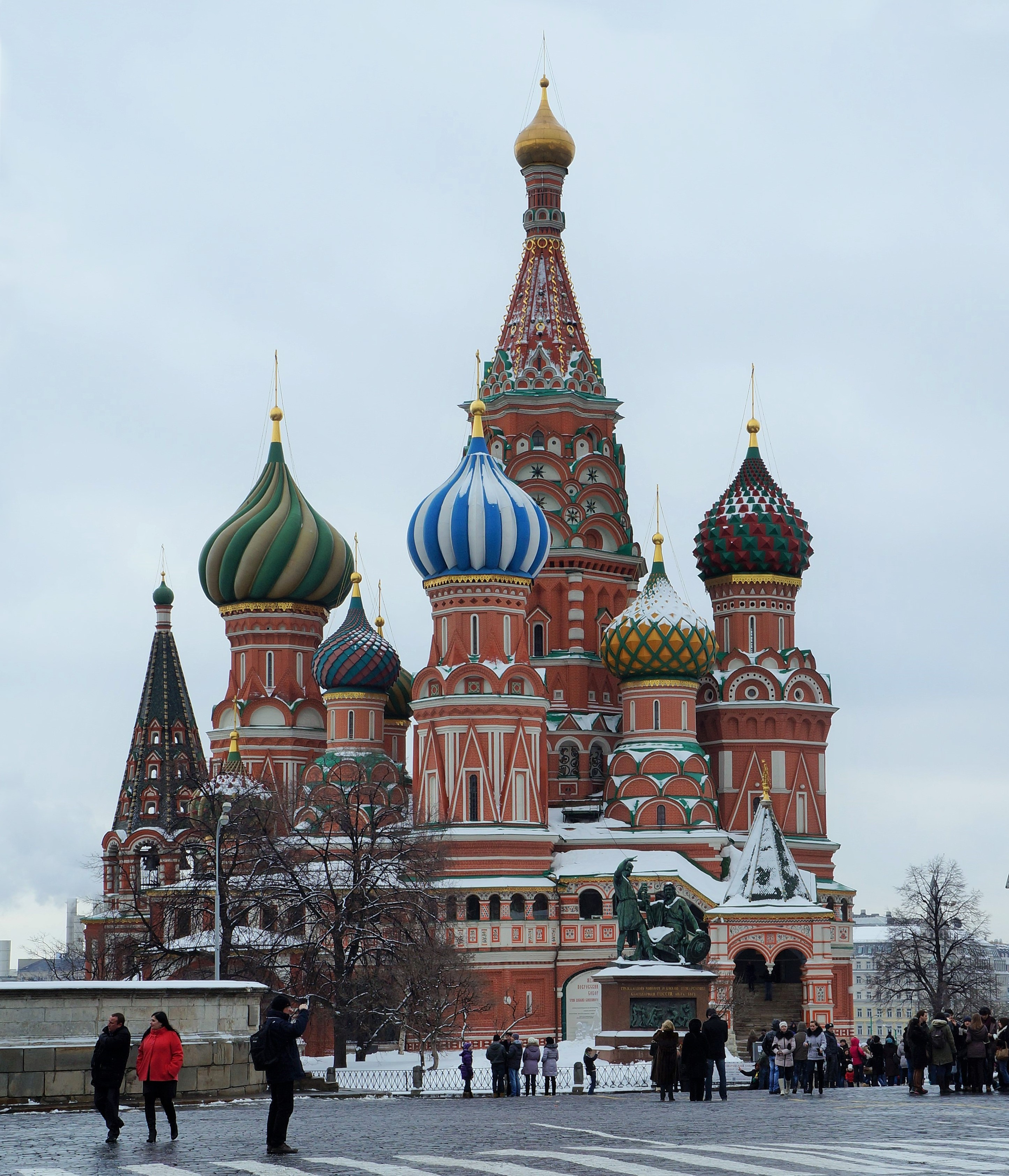
Catedrala Sfântul Vasile în Piața Roșie din Moscova. Cupolele sale în formă de ceapă, pictate în culori deschise, crează un peisaj memorabil, făcând catedrala atât un simbol al Moscovei, cât și al Rusiei în general
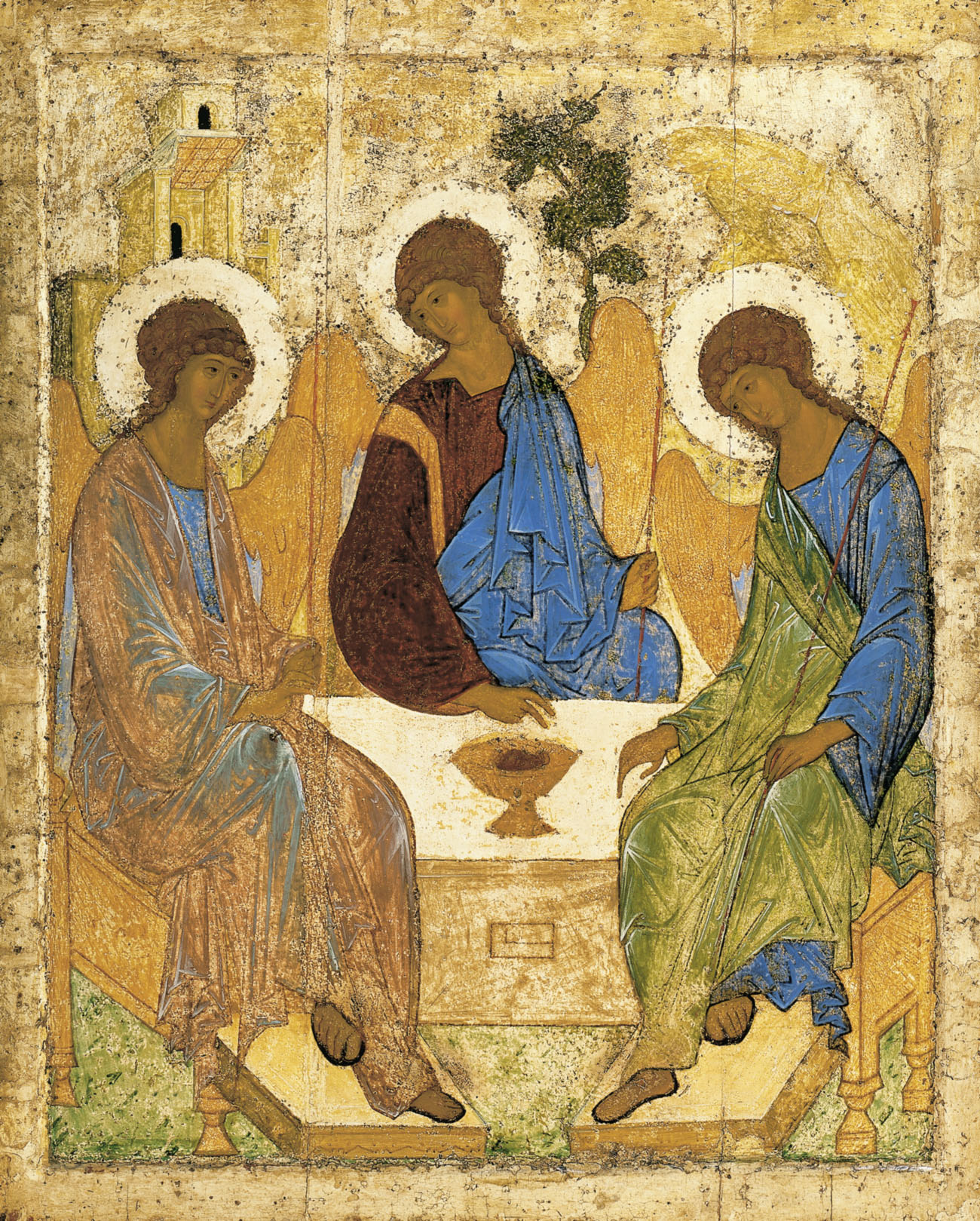
Icoana Sfintei Treimi; de Andrei Rubliov; circa 1411; tempera pe panou; 1,1 x 1,4 m; Galeria Tretiakov (Moscova)
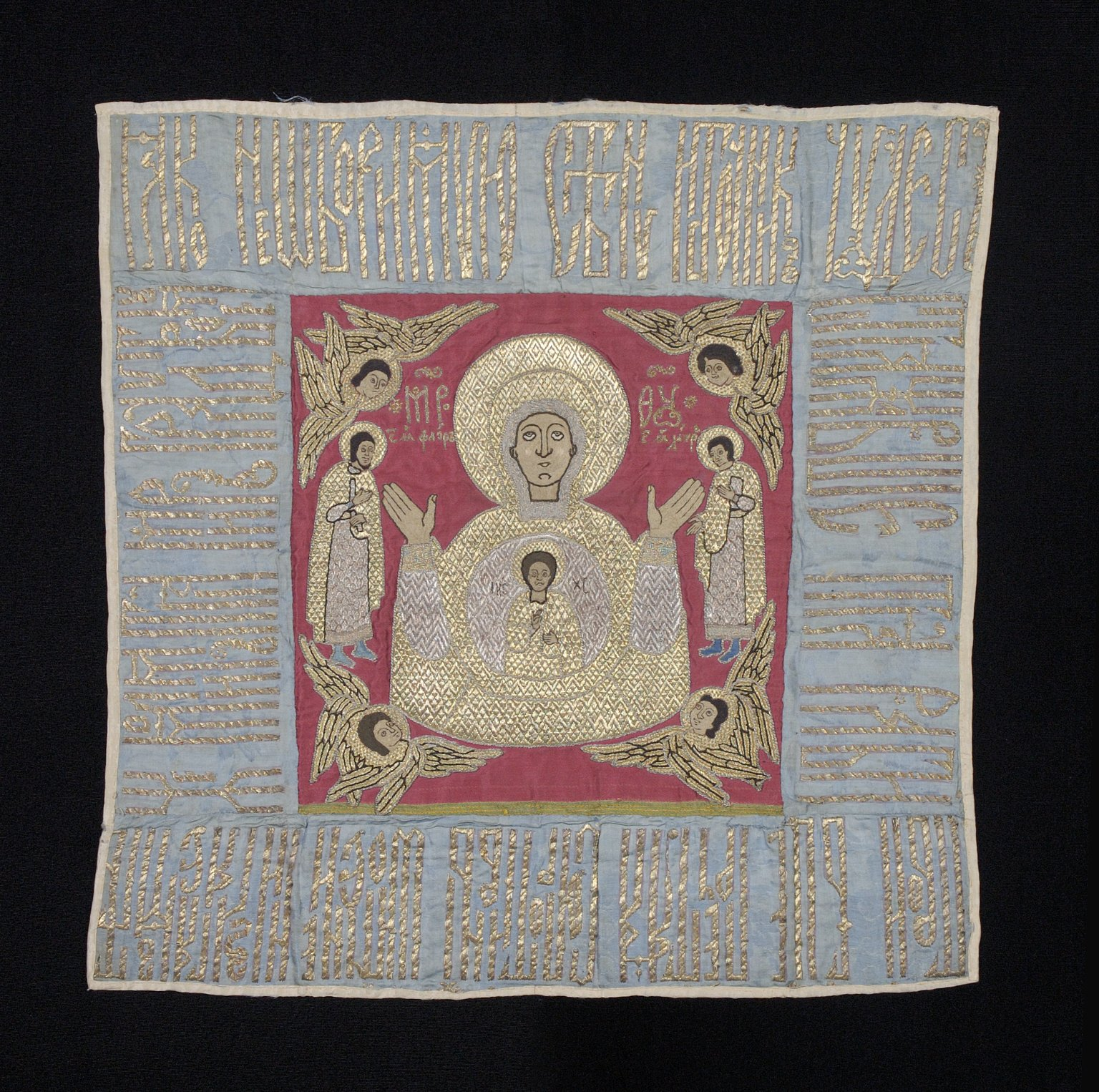
Voal de potir; secolul al XVI-lea; măstase, metal, bumbac; 45,7 x 45,7 cm; Muzeu, Metropolitan de Artă
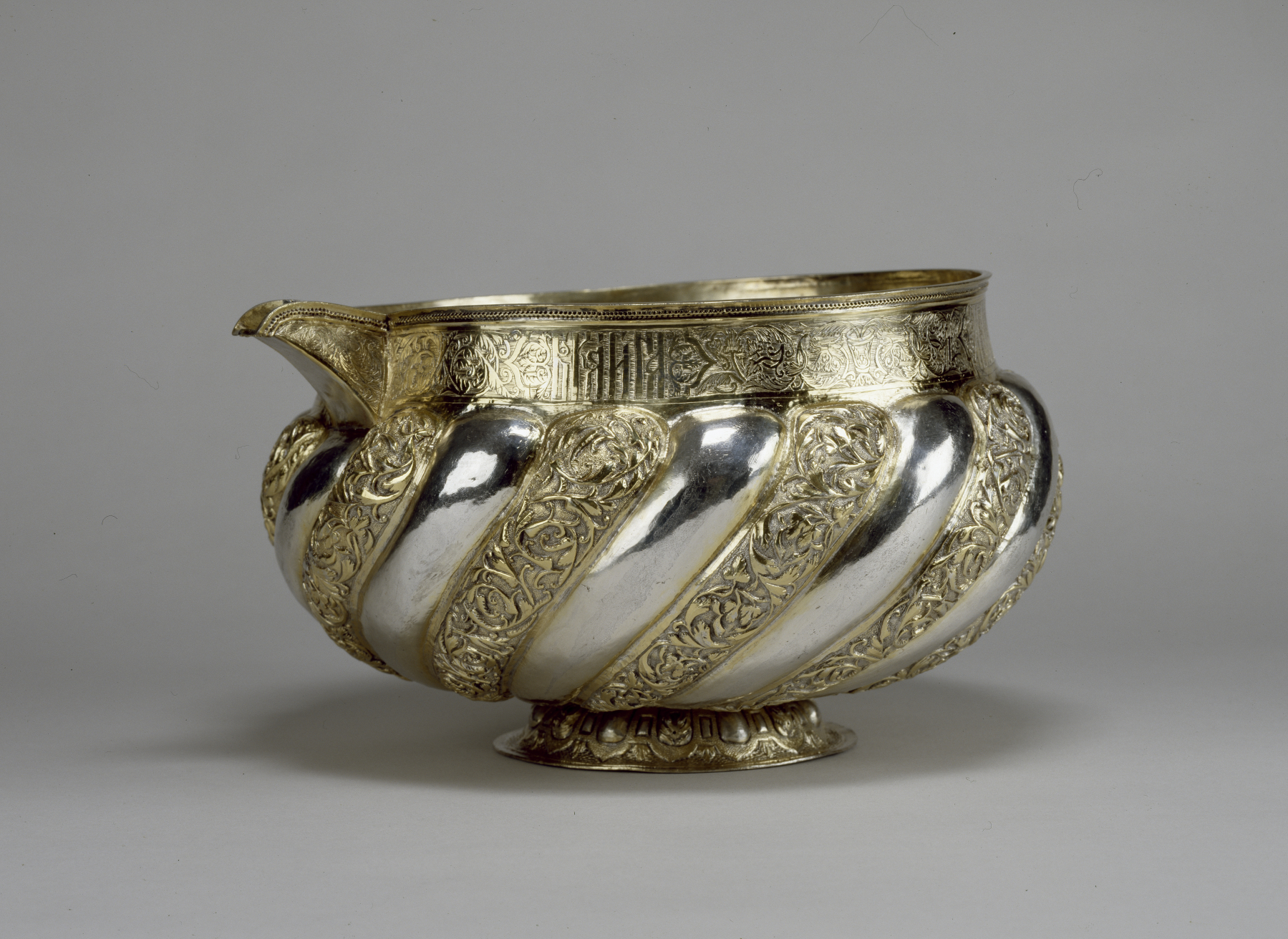
Bel de băut (endova); 1560-1577; argint arțial aurit; înălțime: 15,2 cm, lățime: 26 cm; Muzeul de Artă Walters (Baltimore, SUA)
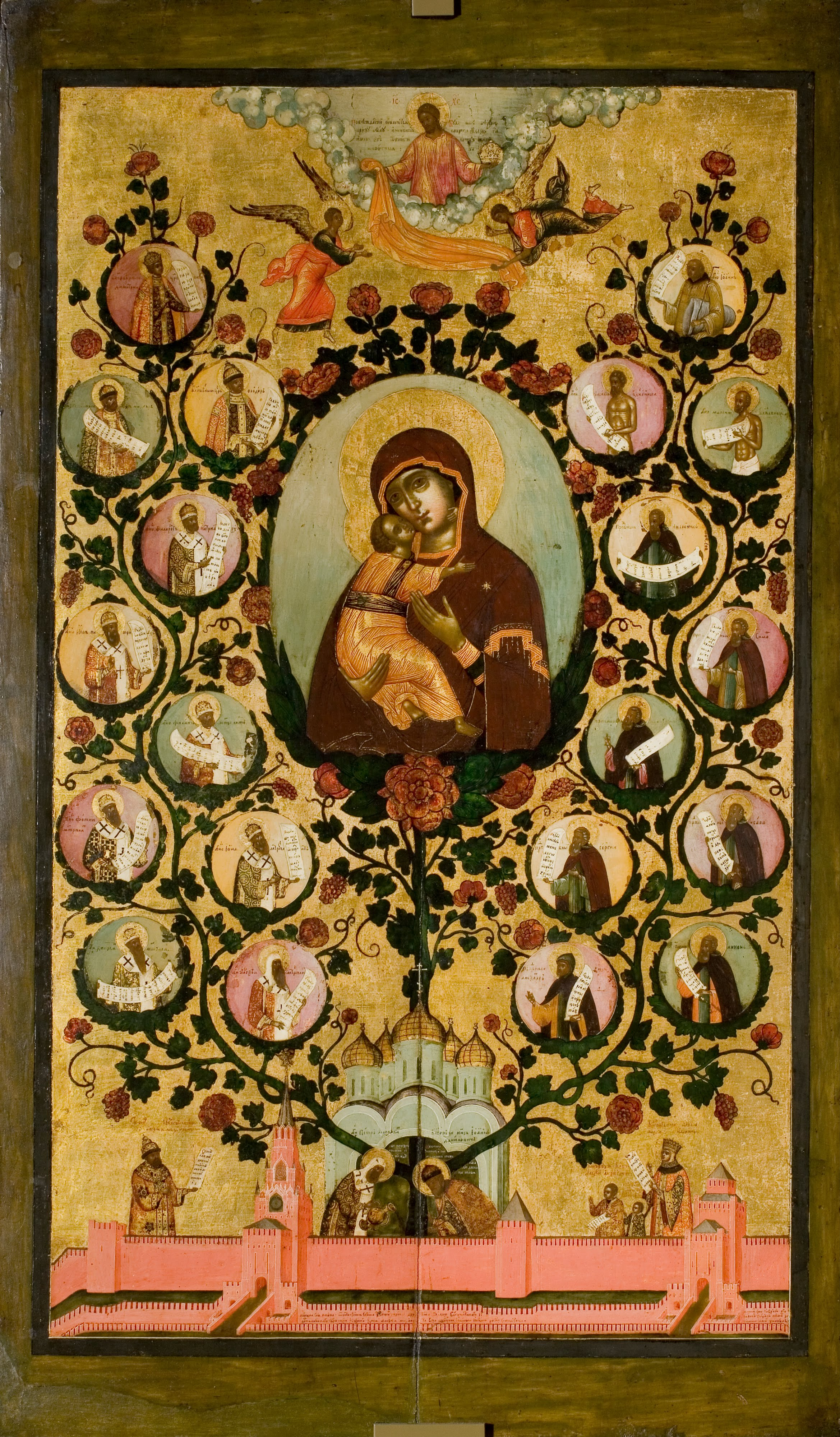
Genealogia Statului Moscovit; de Simon Ușakov; 1668; tempera pe lemn; înălțime: 105 cm, lățime: 62 cm; Galeria Tretiakov
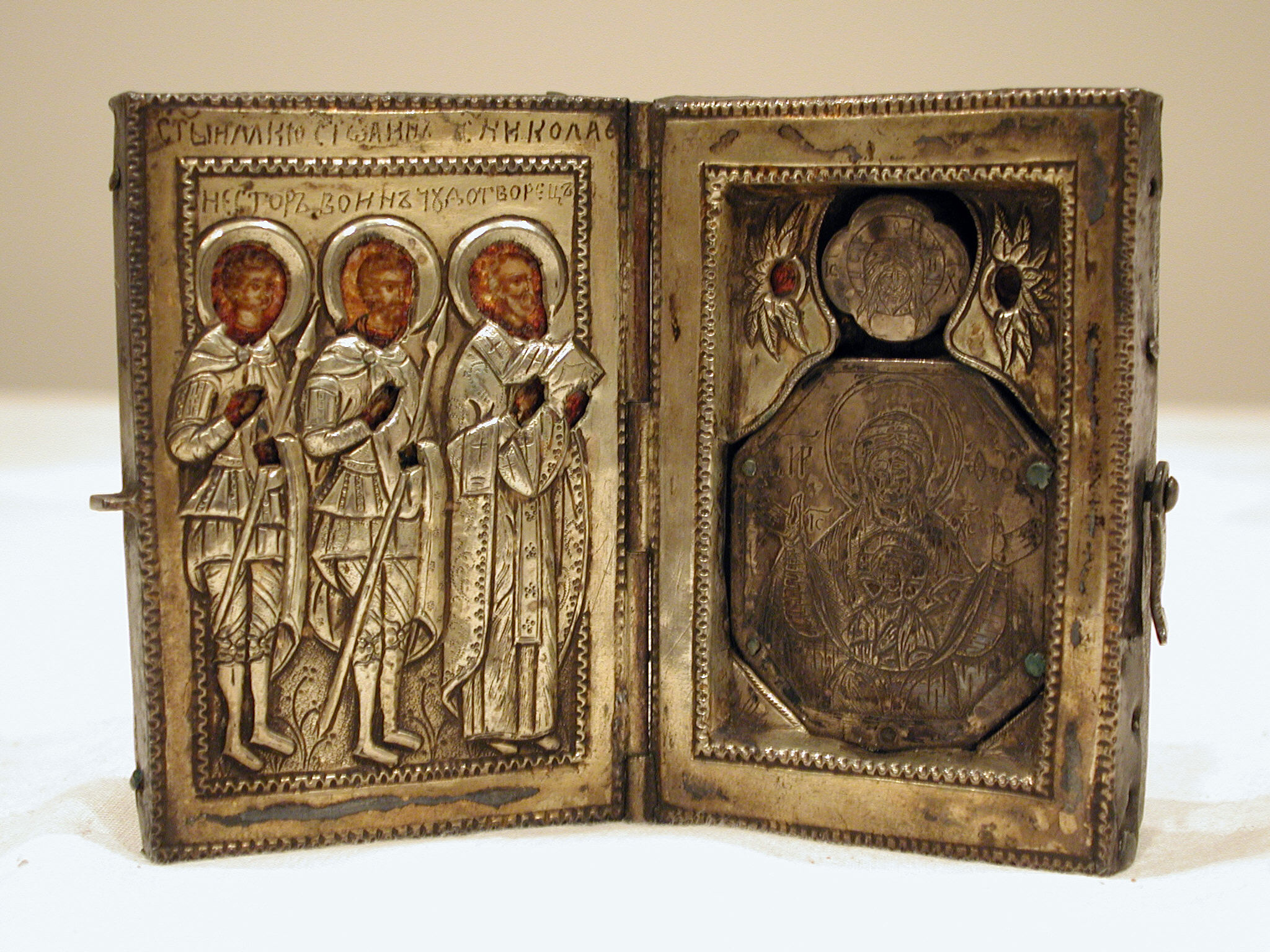
Diptic ucrainean; 1736; argint, parțial aurit; per ansamblu: 7,8 x 5,4 x 3,8 cm; Muzeul Metropolitan de Artă

### Renașterea

Nașterea lui Venus; de Sandro Botticelli; 1484–1485; tempera pe panou; înălțime: 172,5 cm, lungime: 278,5 cm; Galeria Uffizi (Florența, Italia)

Începând din secolul al XIII-lea, Italia a început să experimenteze o perioadă de mare înflorire artistică. E dificil, dacă nu degeaba, să identificăm un singur impuls pentru schimbările care au avut loc, dar au contribuit o serie de factori: o nouă conștientizare a antichității și a caracterului ei distinctiv, prosperitatea economică și un simț coincident al concurenței între patroni și artiști, și o nouă conștientizare a lumii naturale și seculare.
Europenii medievali nu au sesizat o diferență fundamentală între timpurile lor și antichitate. Oamenii erau în mare parte indiferenți față de vestigiile împrăștiate din trecut în jurul lor, pentru că monumentele antice erau familiare până la punctul de a fi invizibile. Unele dintre ele au fost văzute drept „minuni” datorită dimensiunii lor sau a sculpturii fine, dar asta nu a făcut decât să le suspecteze. S-a spus că, de exemplu, Panteonul din Roma a fost construit de demoni și a supraviețuit doar pentru că a fost transformat într-o biserică.
Atenția reînnoită asupra trecutului la fel de distinctă de prezent și, mai important, a dorinței de a-l reînvia, a apărut într-o serie de valuri. În secolul al XIII-lea, Sfântul Împărat Roman Frederic al II-lea (domnie 1220-1250), care a condus sudul Italiei, a căutat să reînvie gloriile Romei imperiale, inclusiv artele sale. Sculptorul Nicola Pisano și-a învățat meșteșugul în acel mediu înainte de a se deplasa spre nord în Toscana și a inspira sculptorii locali. În secolul al XIV-lea, poetul italian Francesco Petrarca (1304-1374) a postulat o pauză definitivă între epoca de aur a antichității și timpul propriu de declin cultural. În secolul al XV-lea, Leon Battista Alberti (1404-1472), în tratatul său Despre Pictură, a scris despre artiștii talentați din antichitate, în comparație cu pictorii și sculptorii vii „în niciun fel inferiori”. Sentimentul ăsta al distanței i-a inspirat pe italieni să privească trecutul roman cu ochi proaspeți, și să învețe de la realizările anticilor. Concurența a fost, de asemenea, un motivator crucial, deoarece orașele, conducătorii și persoanele private s-au străduit să se depășească unii pe alții în patronajul lor de opere de artă publice și private.

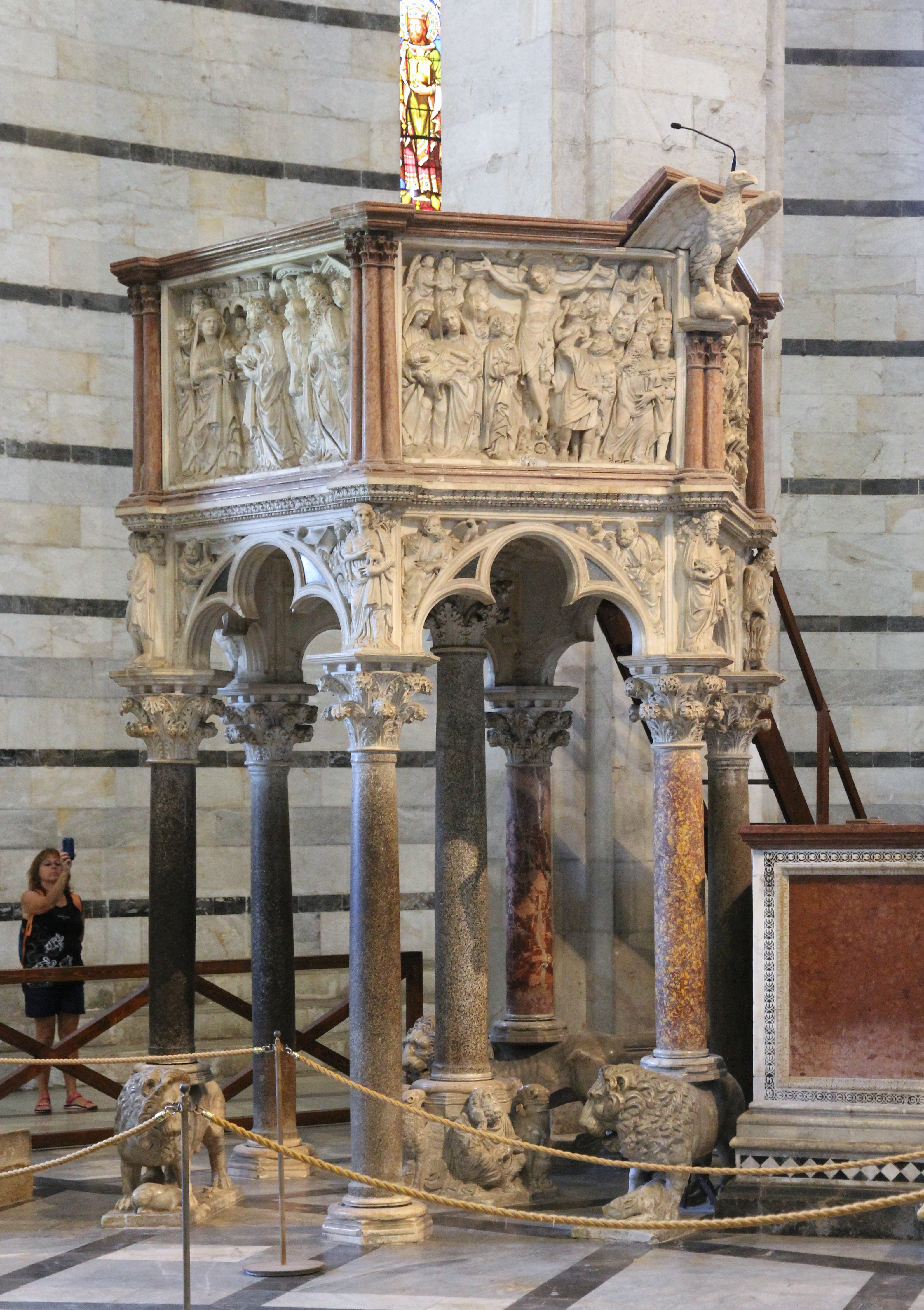
Amvon; de Nicola Pisano; 1265–1268; marmură; înălțime: 4,6 m; Baptisteriul Pisei (Italia)
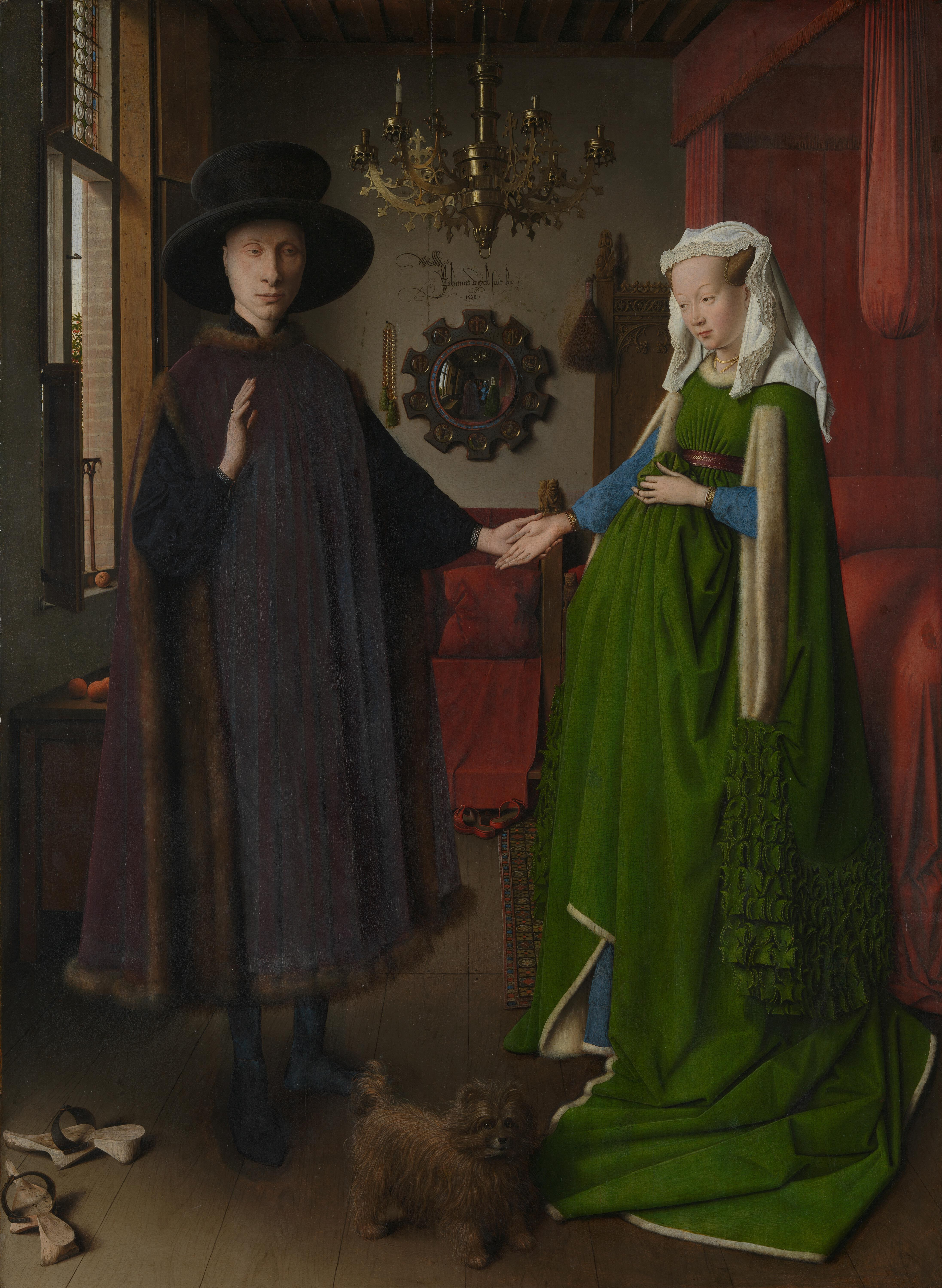
Portretul Soților Arnolfini; de Jan van Eyck; 1434; ulei pe lemn; 82,2 x 60 cm; National Gallery (Londra)
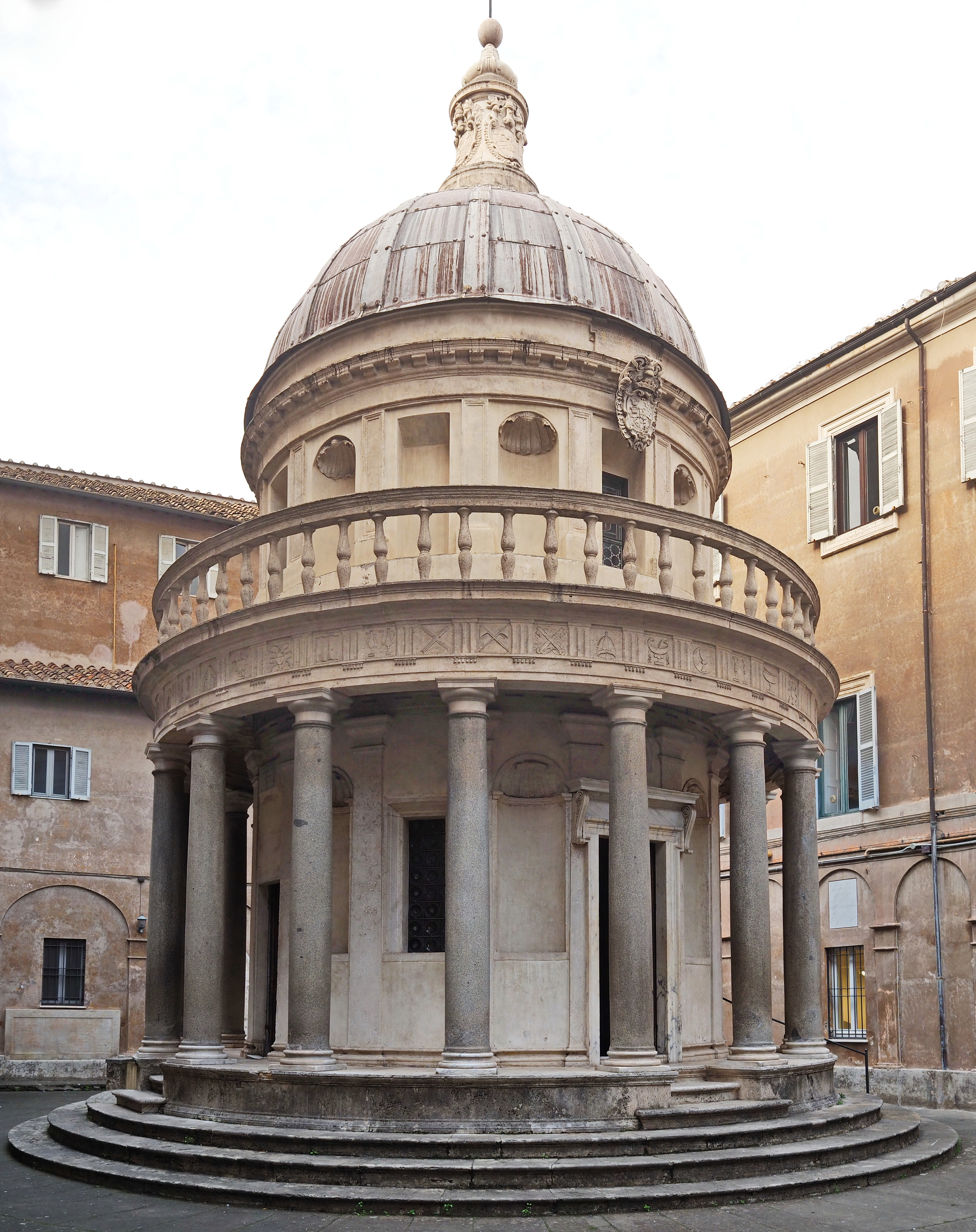
Tempietto (San Pietro in Montorio, Roma), de Donato Bramante, 1444-1514
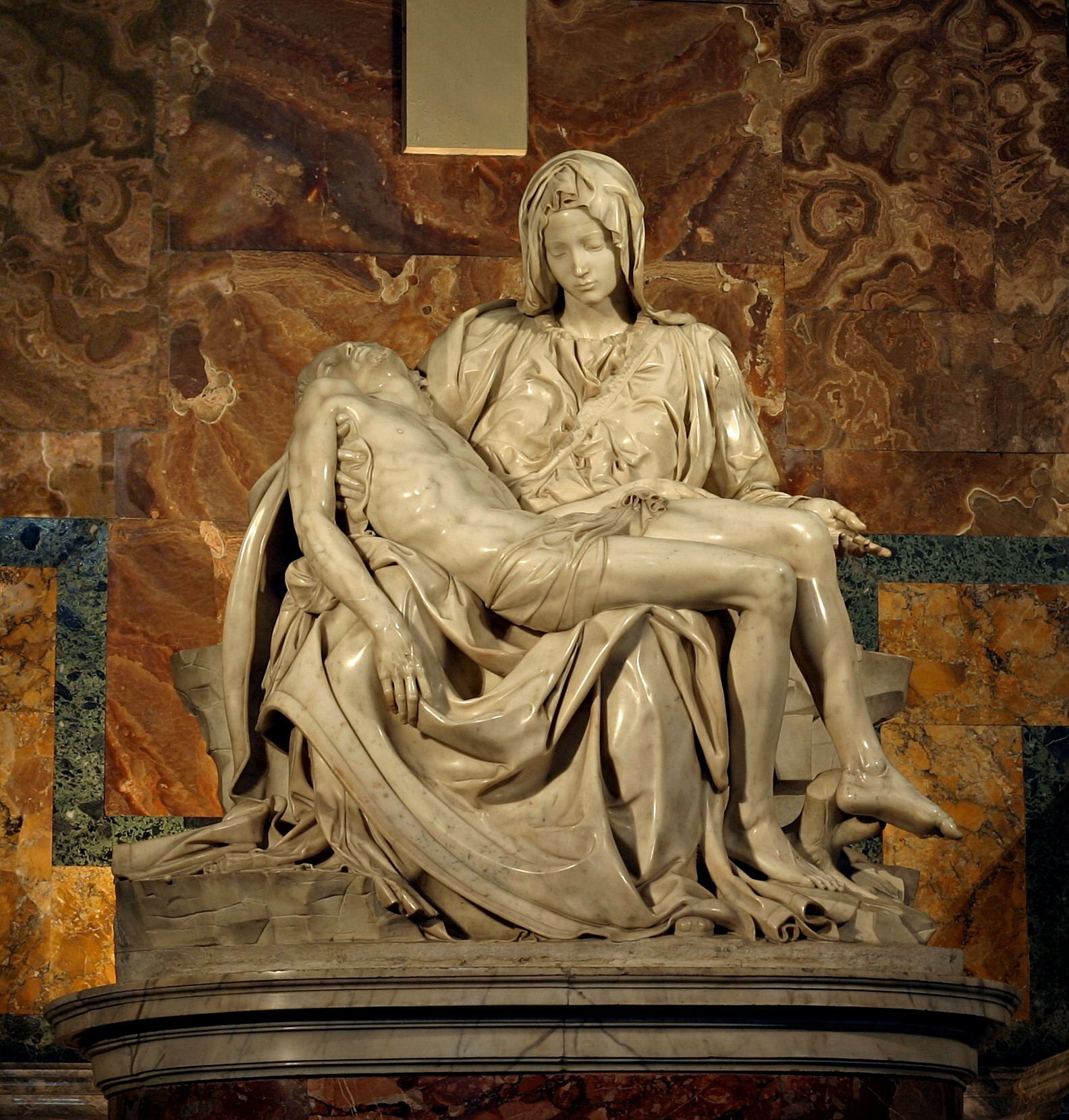
Pietà; de Michelangelo; 1498–1499; marmură; 517 cm × 199 cm; Bazilica Sfântul Petru (Vatican)
Mona Lisa; de Leonardo da Vinci; circa 1503–1506, de fapt continuată până în aproximativ 1517; ulei pe panou de plop; 77 cm × 53 cm; Luvru
Grădina desfătărilor umane; de Hieronymus Bosch; cirda 1504; unei pe panouri; 2,2 x 1,95 m – panoul central; Muzeul Prado (Madrid, Spania)
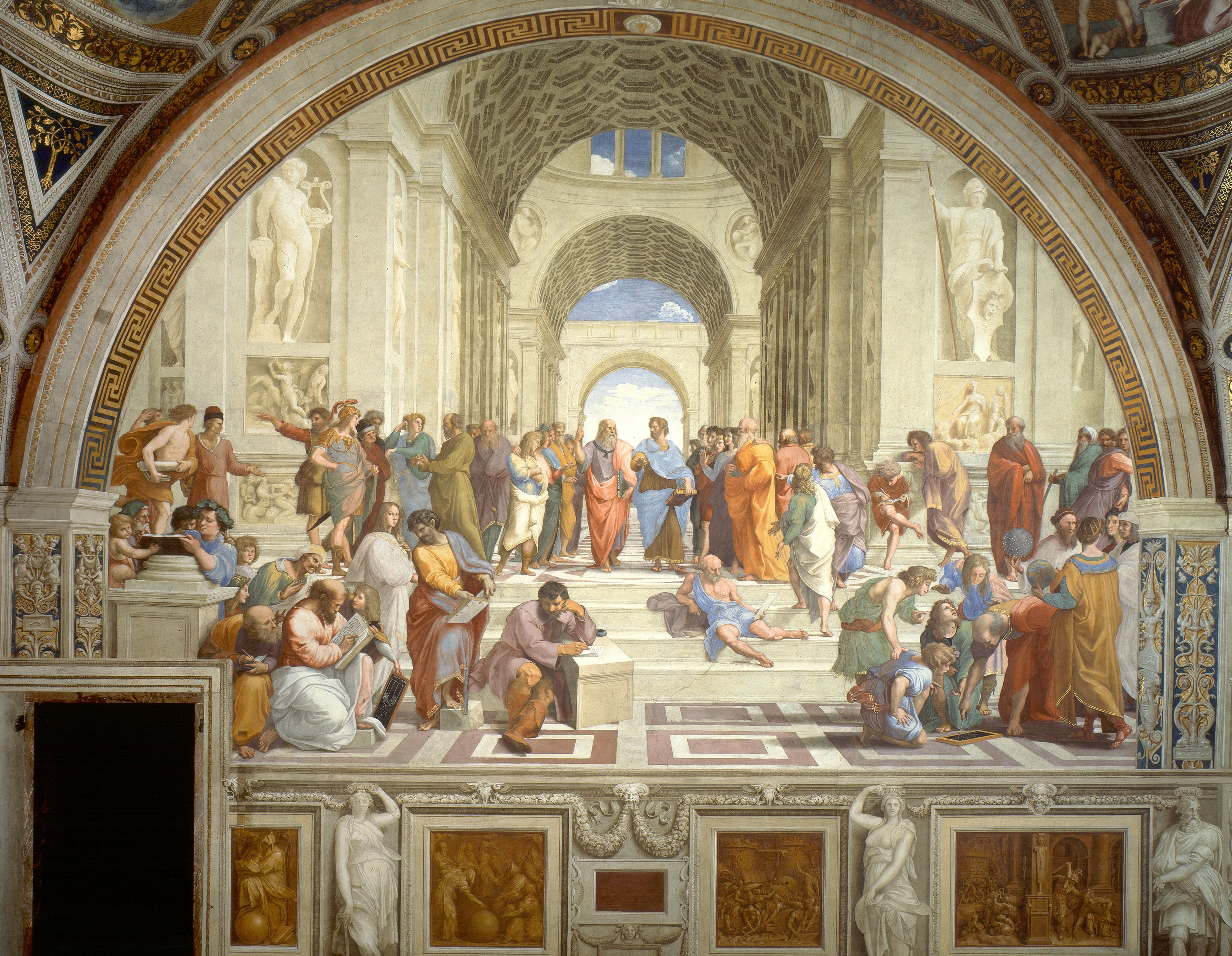
Școala din Atena; de Rafael; 1509–1510; frescă; 5,8 x 8,2 m; Palatul Apostolic (Vatican)
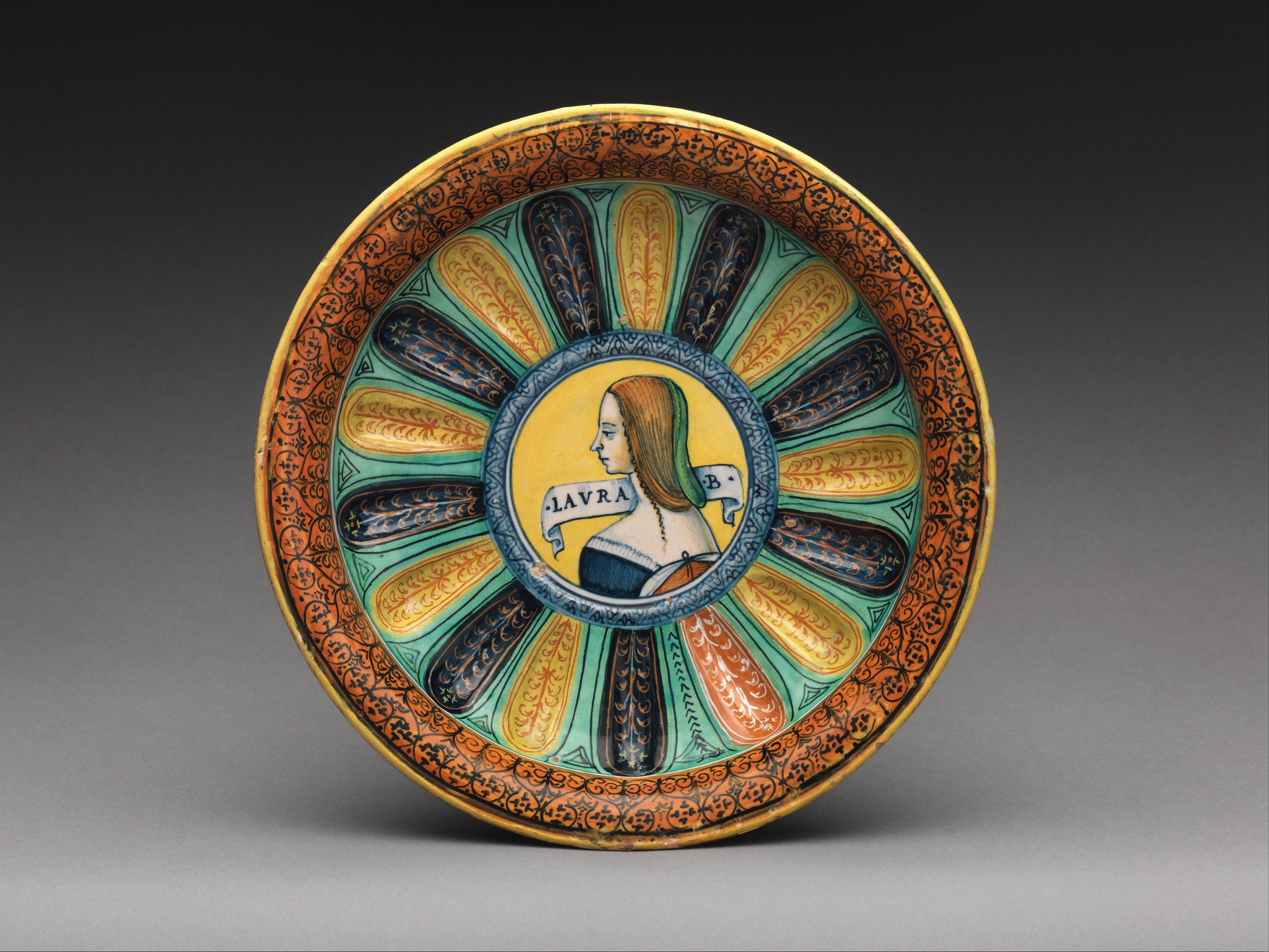
Bol cu o domnișoară cu numele Laura Bella; circa 1510; maiolica; per ansamblu: 6 × 27,3 cm; Muzeul Metropolitan de Artă (New York City)
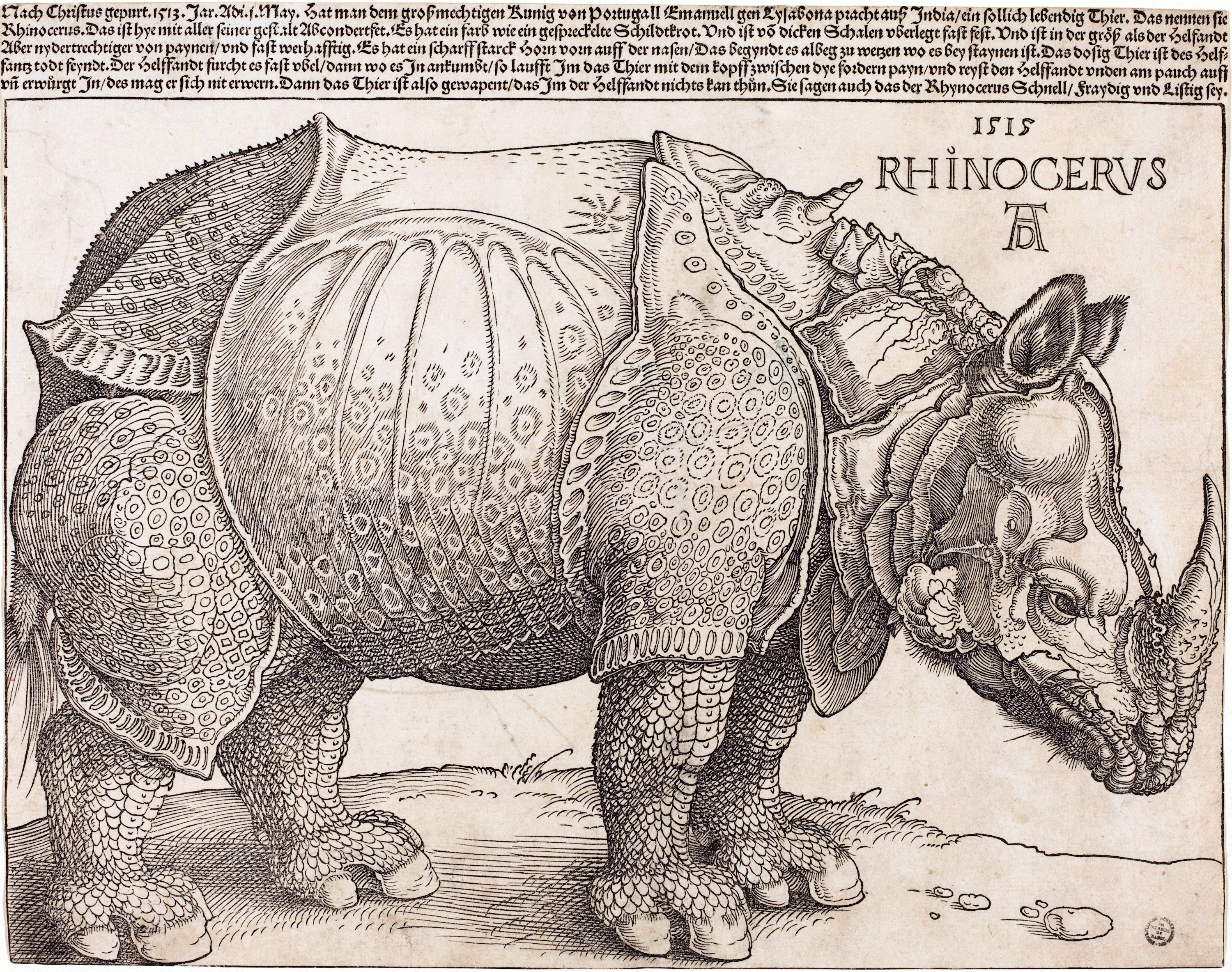
Rinpcerul; de Albrecht Dürer; 1515; xilogravură; 23,5 cm × 29,8 cm; National Gallery of Art (Washington, D.C.)
Ambasadorii; de Hans Holbein cel Tânăr; 1533; ulei pe lemn; 2,07 x 2,09; National Gallery (Londra)
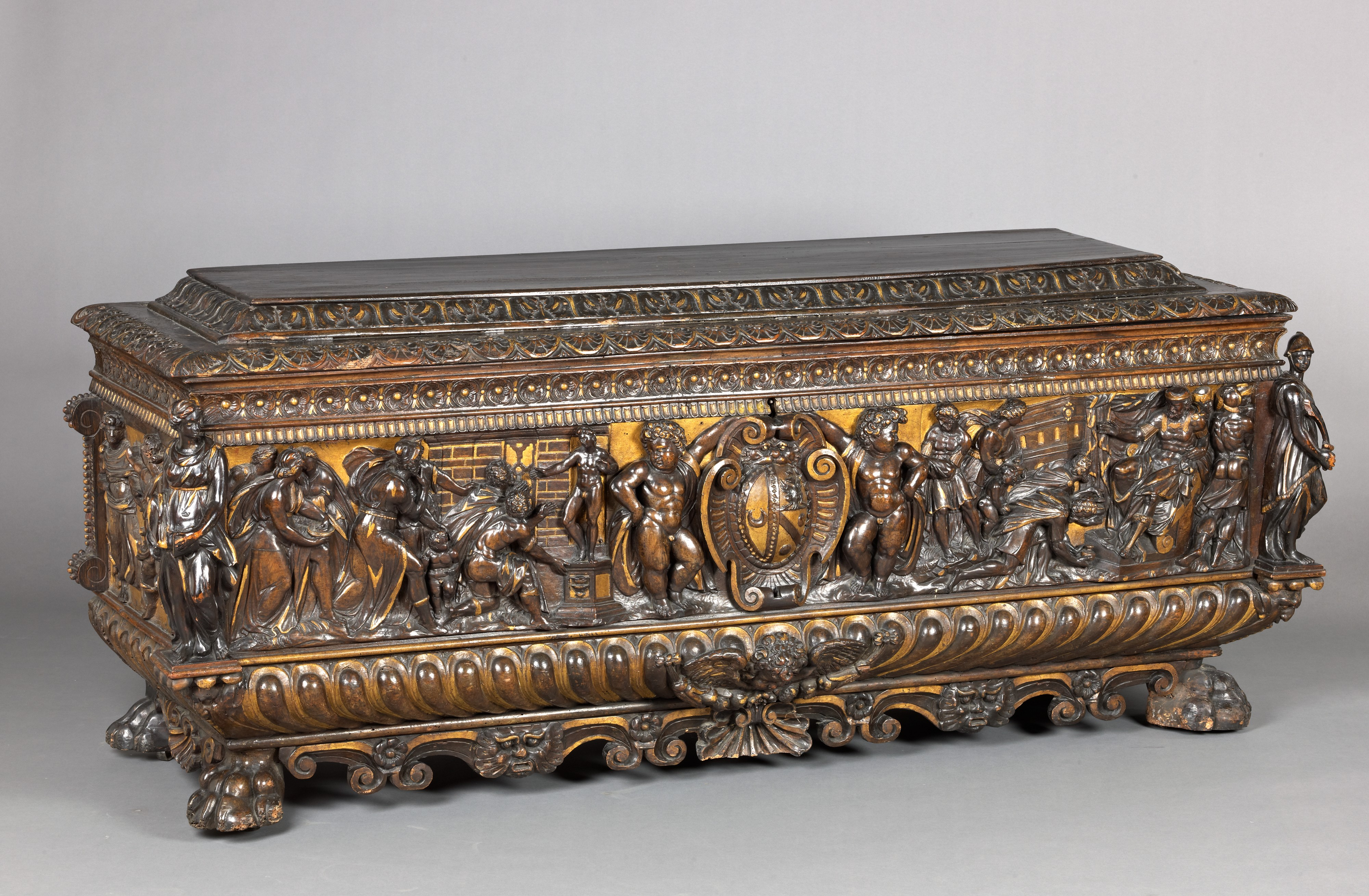
Cassone (cufăr), cu godroane; mijlocul secolului al XVI-lea; lemn de nuc și de conifere, sculptat și parțial aurit; înălțime: 73,6 cm, lățime: 1,7 m, adâncime: 63,5 cm; Muzeul Metropolitan Artă
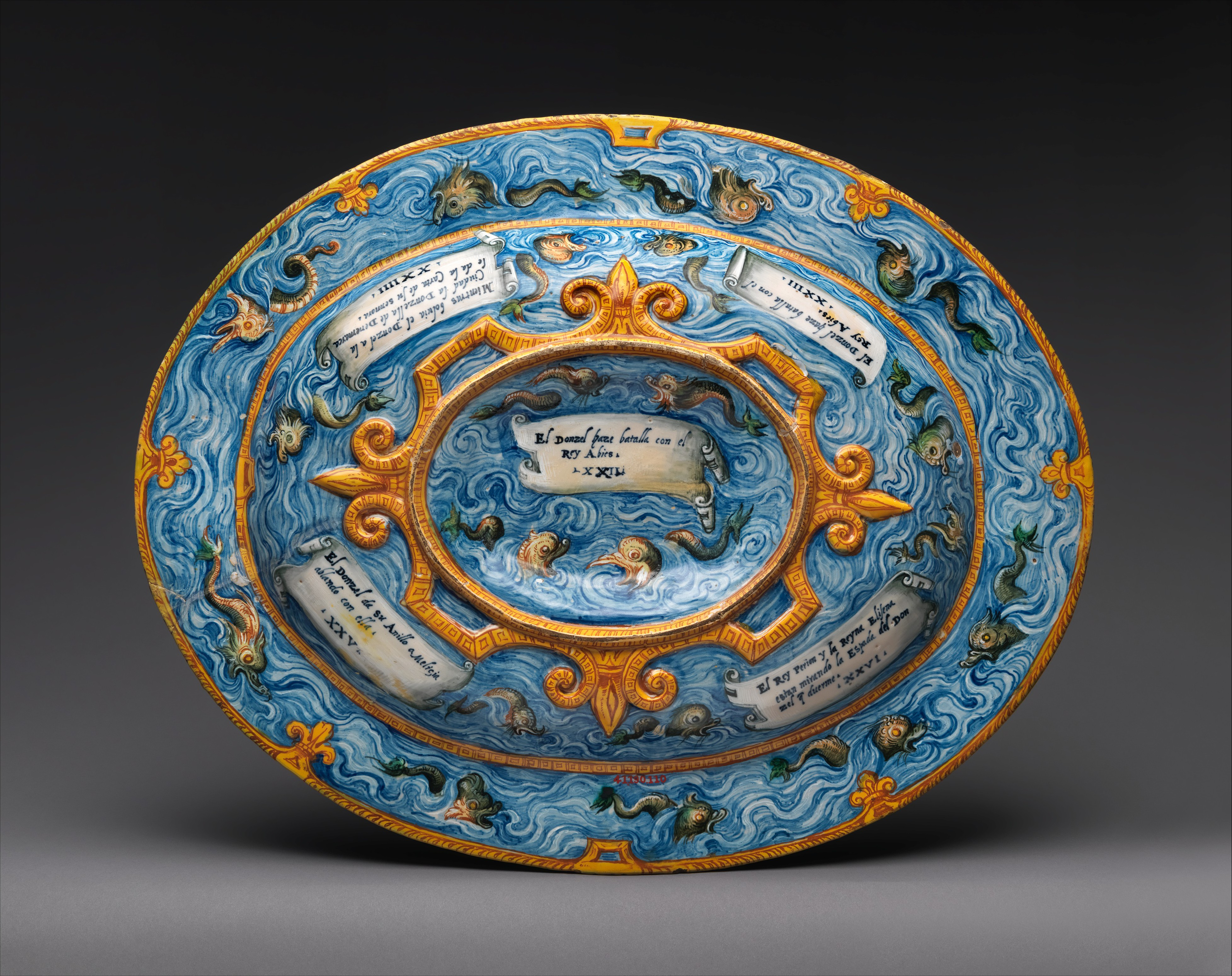
Vas; circa 1559–1564; maiolica; per ansamblu: 6 × 67,3 × 52,4 cm; Muzeul Metropolitan Artă
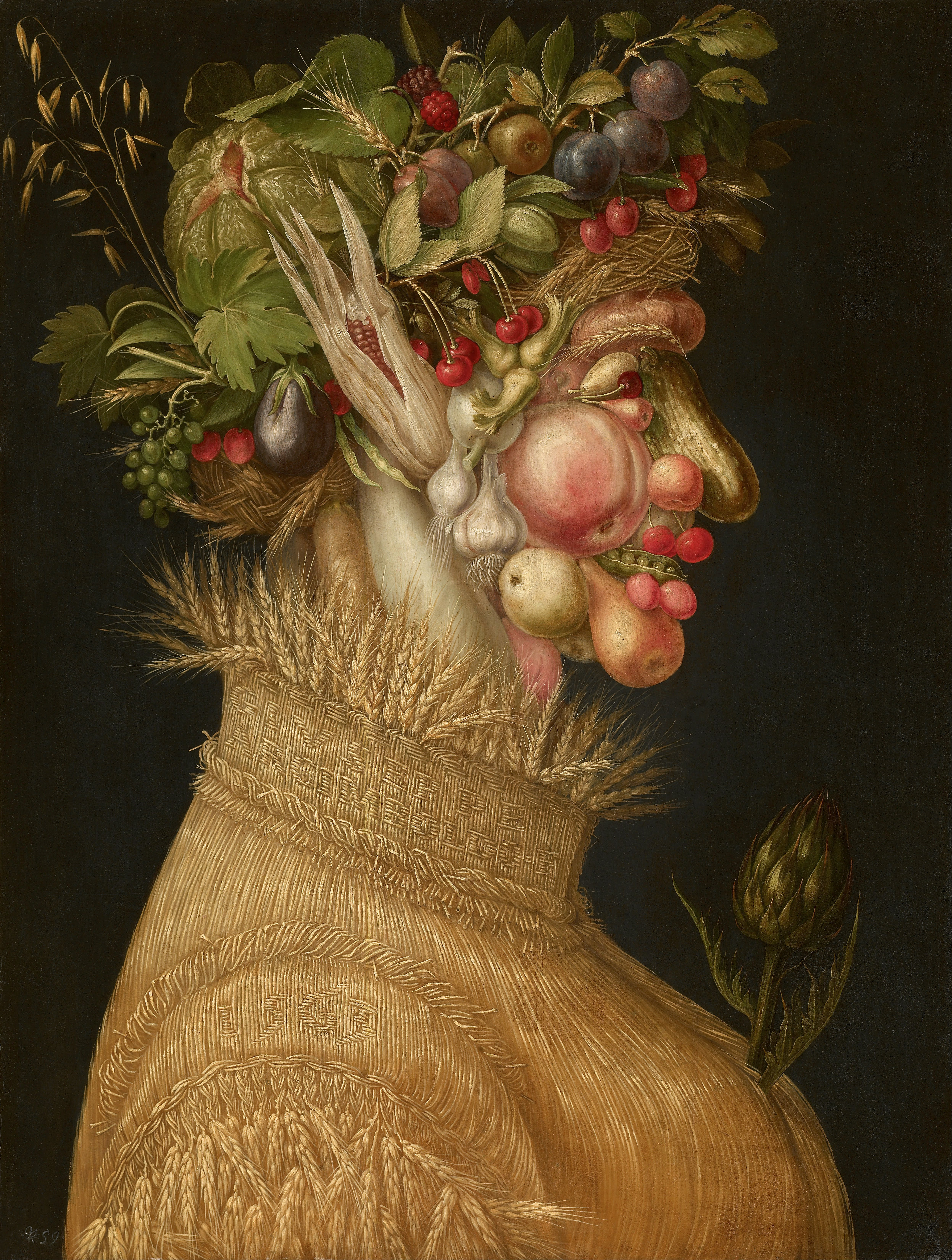
Vara; de Giuseppe Arcimboldo; 1563; ulei pe panou; 67 x 50,8 cm; Muzeul de Istorie a Artei din Viena (Austria)
Turnul Babel; de Pieter Bruegel cel Bătrân; 1563; ulei pe panou; 1,14 x 1,55 cm; Muzeul de Istorie a Artei din Viena
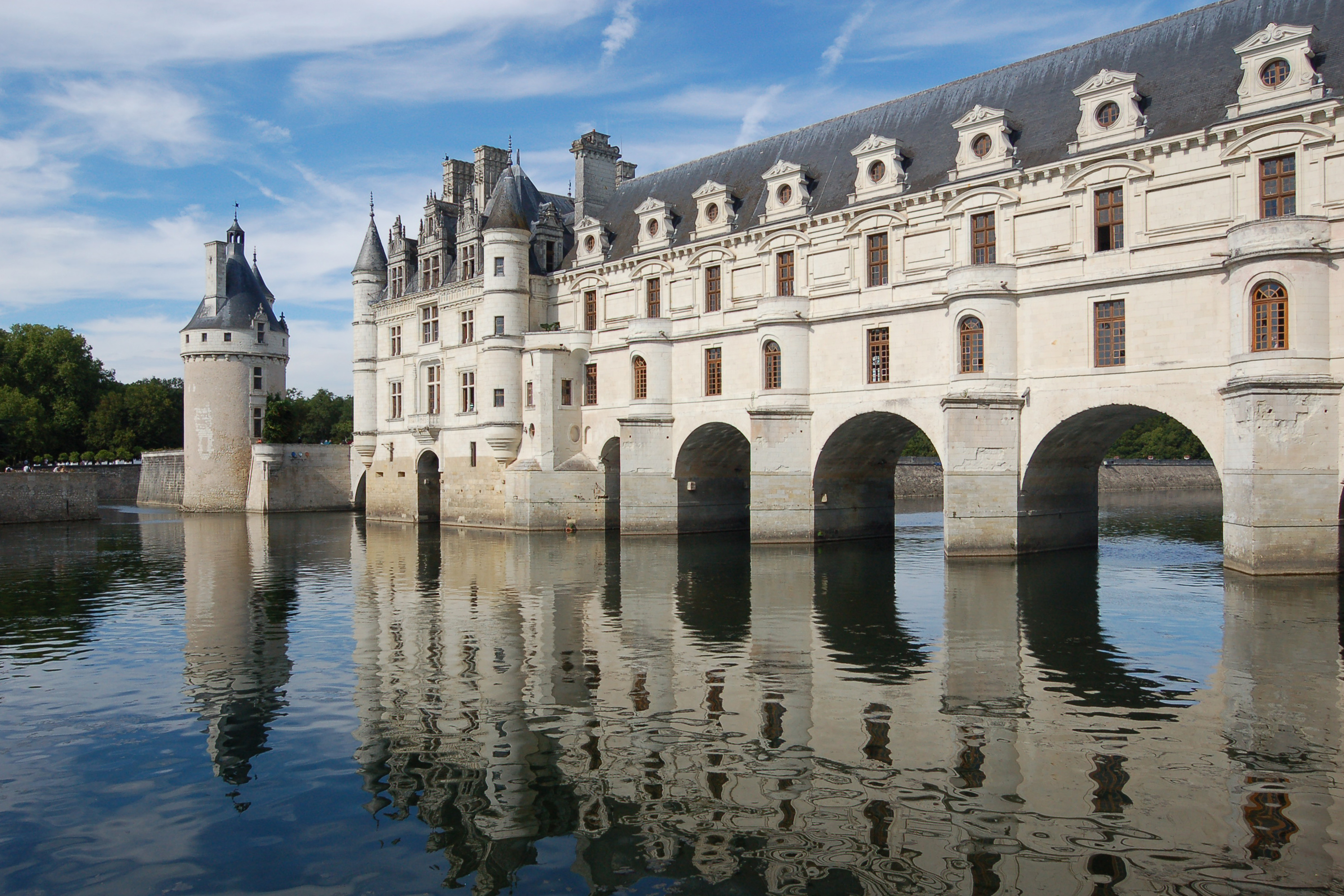
Castelul Chenonceau (Franța), de Philibert de l'Orme, 1576
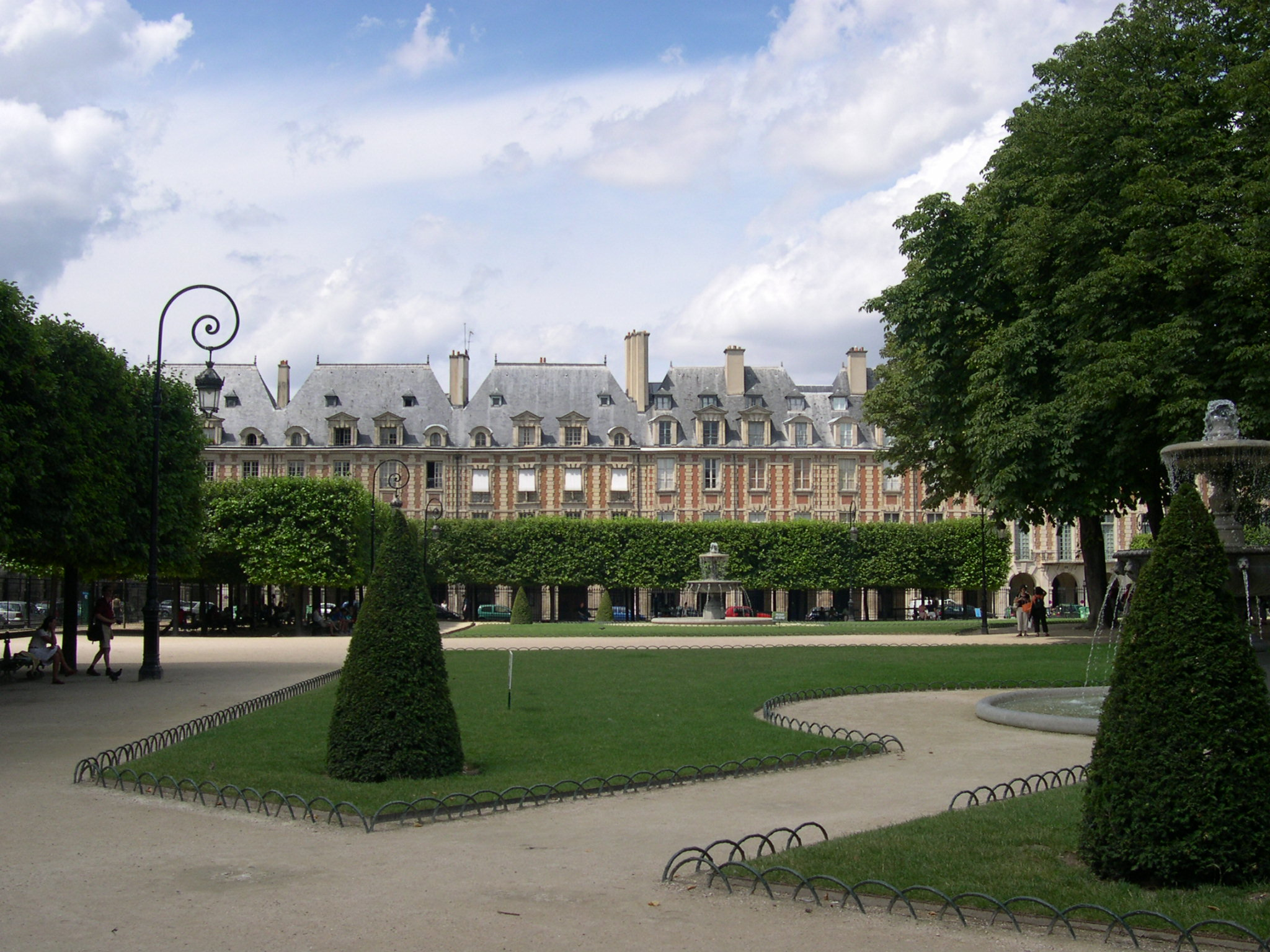
Place des Vosges (Paris), un exemplu de arhitectură în stilul Henric al IV-lea, de Claude Chastillon, 1612

### Barocul

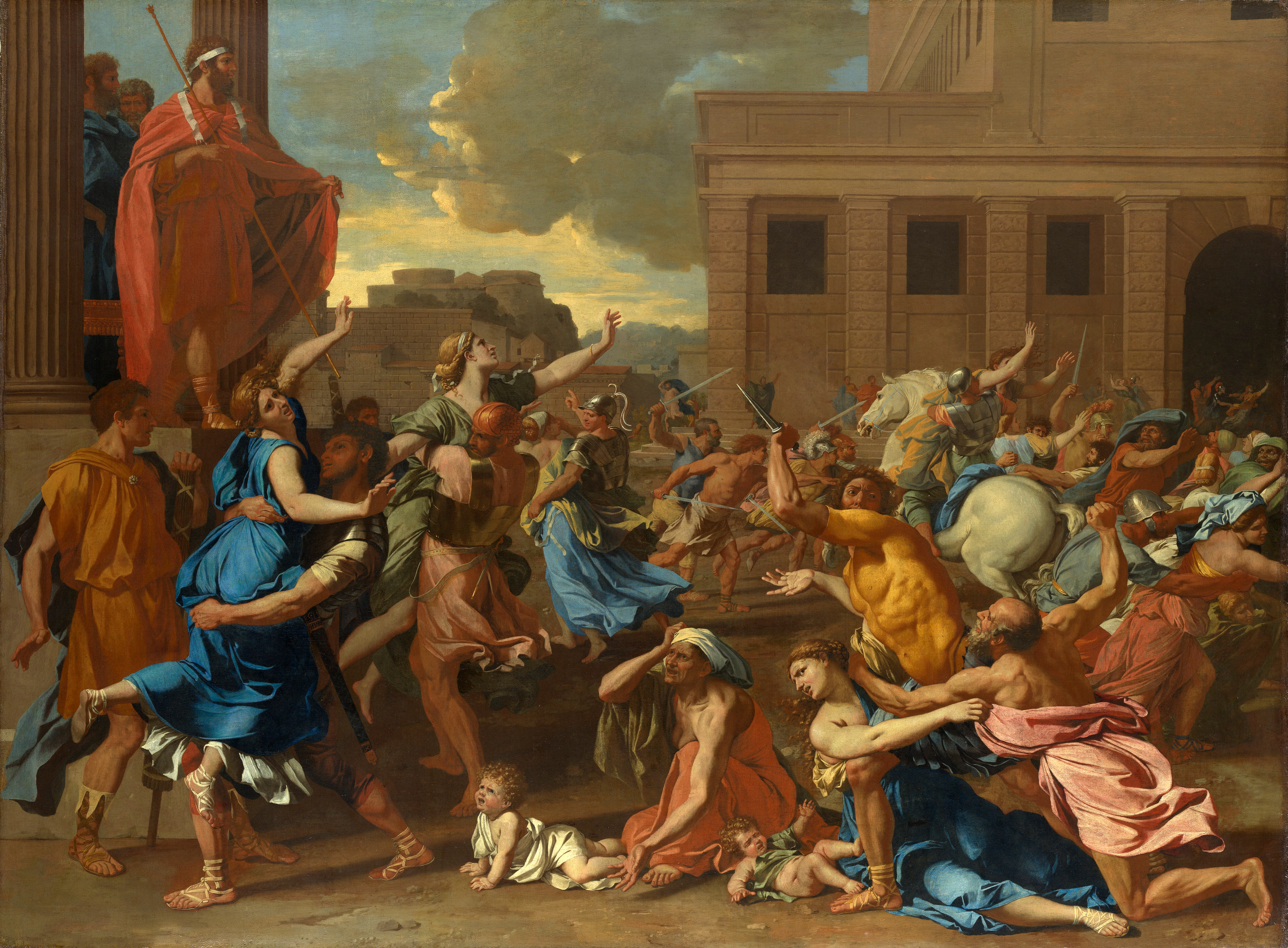
Răpirea Sabinelor; de Nicolas Poussin; 1634–1635; ulei pe pânză; 154,6 x 209,9 cm; Muzeul Metropolitan de Artă (New York City)

Barocul e un stil în arhitectură, muzică, dans, pictură, sculptură și alte arte care au înflorit în Europa de la începutul secolului al XVII-lea până în anii’ 1740. Pe teritoriile imperiilor spaniol și portughez, inclusiv în Peninsula Iberică, a continuat, împreună cu noi stiluri, până în prima decadă a anilor 1800. A succedat arta renascentistă și manierismul, și a precedat rococoul și neoclasicismul. A fost susținut de Biserica Catolică, ca un mijloc de a combate simplitatea și austeritatea arhitecturii, artei și muzicii protestante, chiar dacă arta barocă luterană s-a dezvoltat și în anumite părți ale Europei.
Stilul baroc folosea contrastul, mișcarea, detaliile exuberante, culoarea profundă, măreția și surpriza ca să atingă un sentiment de uimire. Stilul a apărut la începutul secolului al XVII-lea, în Roma, apoi răspândindu-se rapid în Franța, Italia de nord, Spania și Portugalia, iar mai târziu în Austria, sudul Germaniei și Rusia. Până în anii 1730, evoluase într-un stil și mai flamboiant, numit rocaille sau rococo, care a apărut în Franța și Europa Centrală până la mijlocul secolului al XVIII-lea.
În artele decorativă se produce un exces de ornamentație. Îndepărtarea de la clasicismul renascentist are căi proprii în fiecare țară. Dar o caracteristică generală e aceea că peste tot punctul de plecare îl constituie elementele ornamentsle introduse de Renaștere. Repertoriul clasic e aglomerat, îndesit, suprapus, încărcat, cu scopul de a stârni efecte de șoc. Motive noi introduse de baroc sunt: cartușul, trofeele și armele, coșuri cu fructe sau flori, și altele, realizate în marchetărie, stucaturi, sau sculptate.

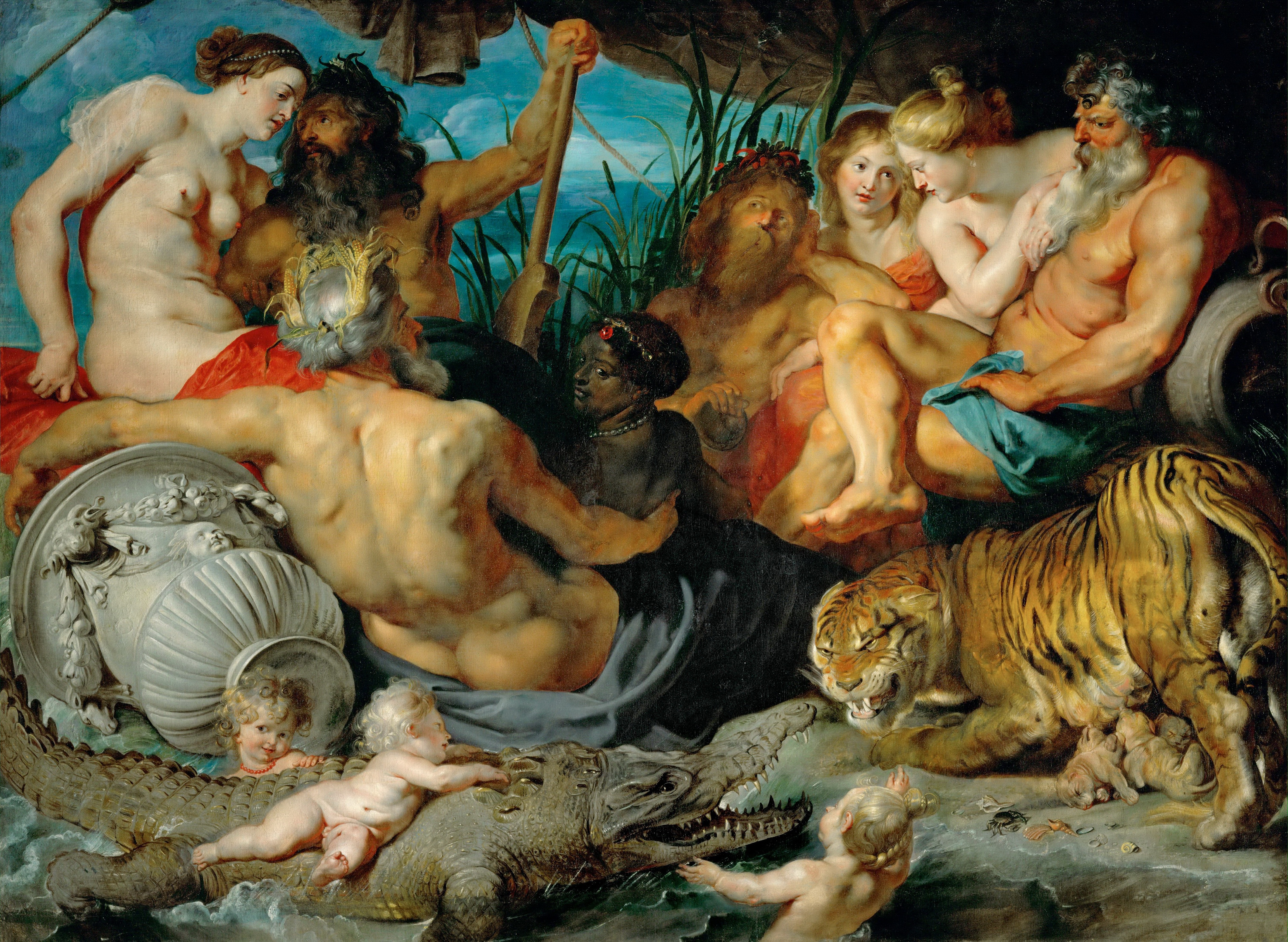
Cele Patru Continente; de Peter Paul Rubens; circa 1615; ulei pe pânză; 209 x 284 cm; Muzeul de Istorie a Artei din Viena (Austria)
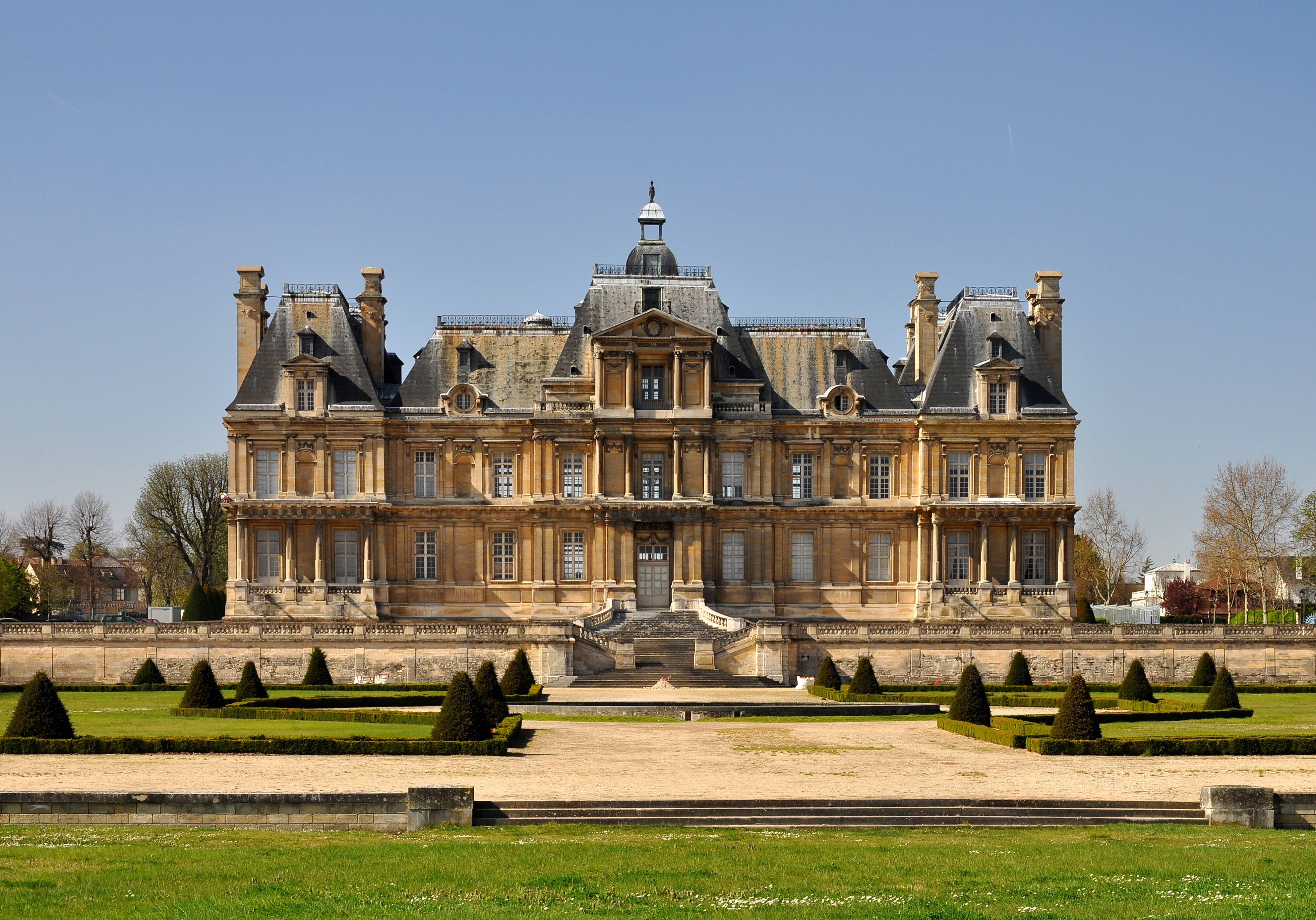
Château de Maisons (Franța), de François Mansart, 1630–1651
Rondul de noapte; de Rembrandt; 1642; ulei pe pânză; 363 × 437 cm; Rijksmuseum (Amsterdam, Țările de Jos)
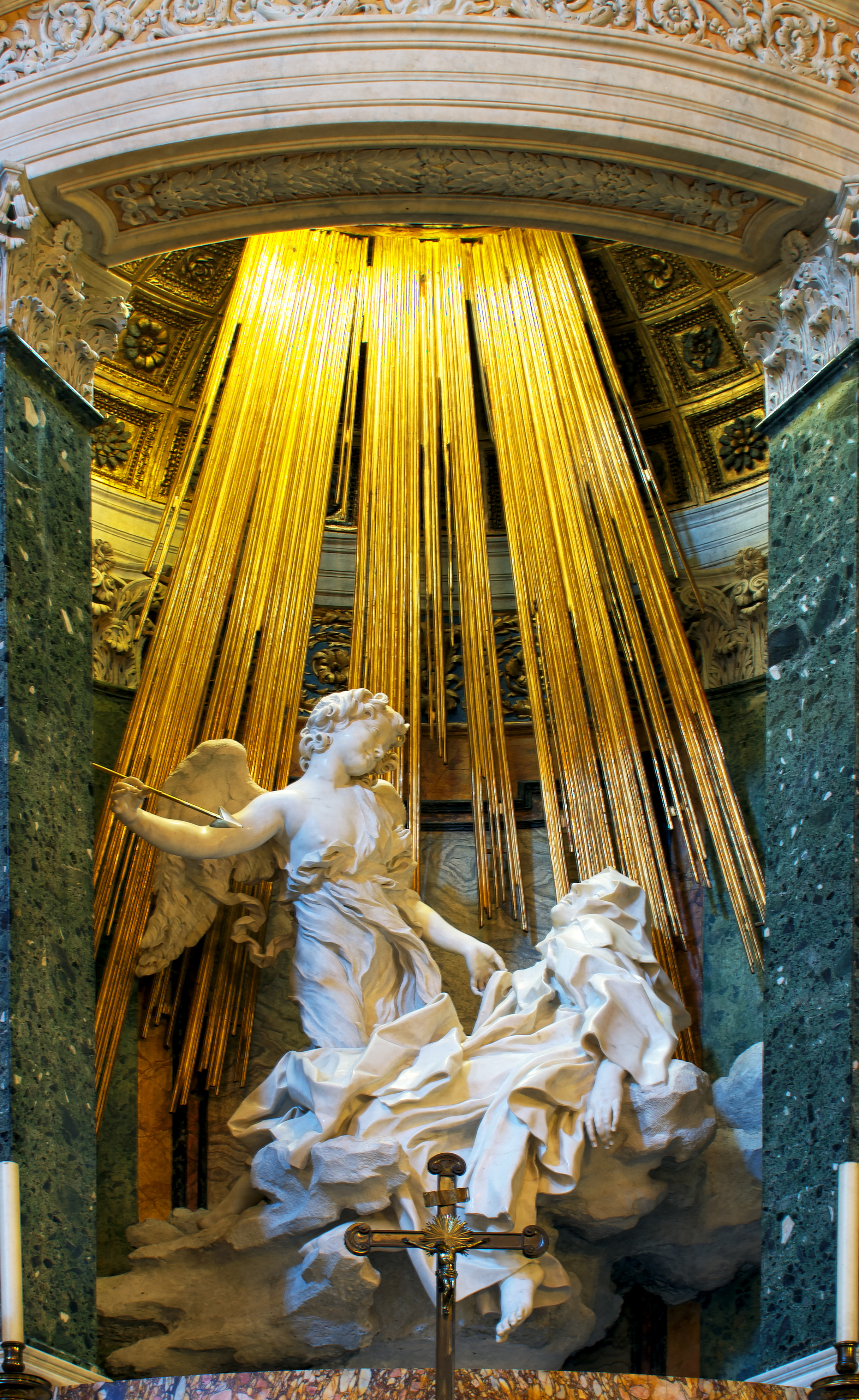
Extazul Sfintei Tereza; de Gian Lorenzo Bernini; 1647–1652; marmură; înălțime: 3,5 m; Santa Maria della Vittoria (Roma)
Las Meninas (domnișoarele de onoare); de Diego Velázquez; 1656–1657; ulei pe pânză; 318 × 276 cm; Muzeul Prado (Madrid, Spania)
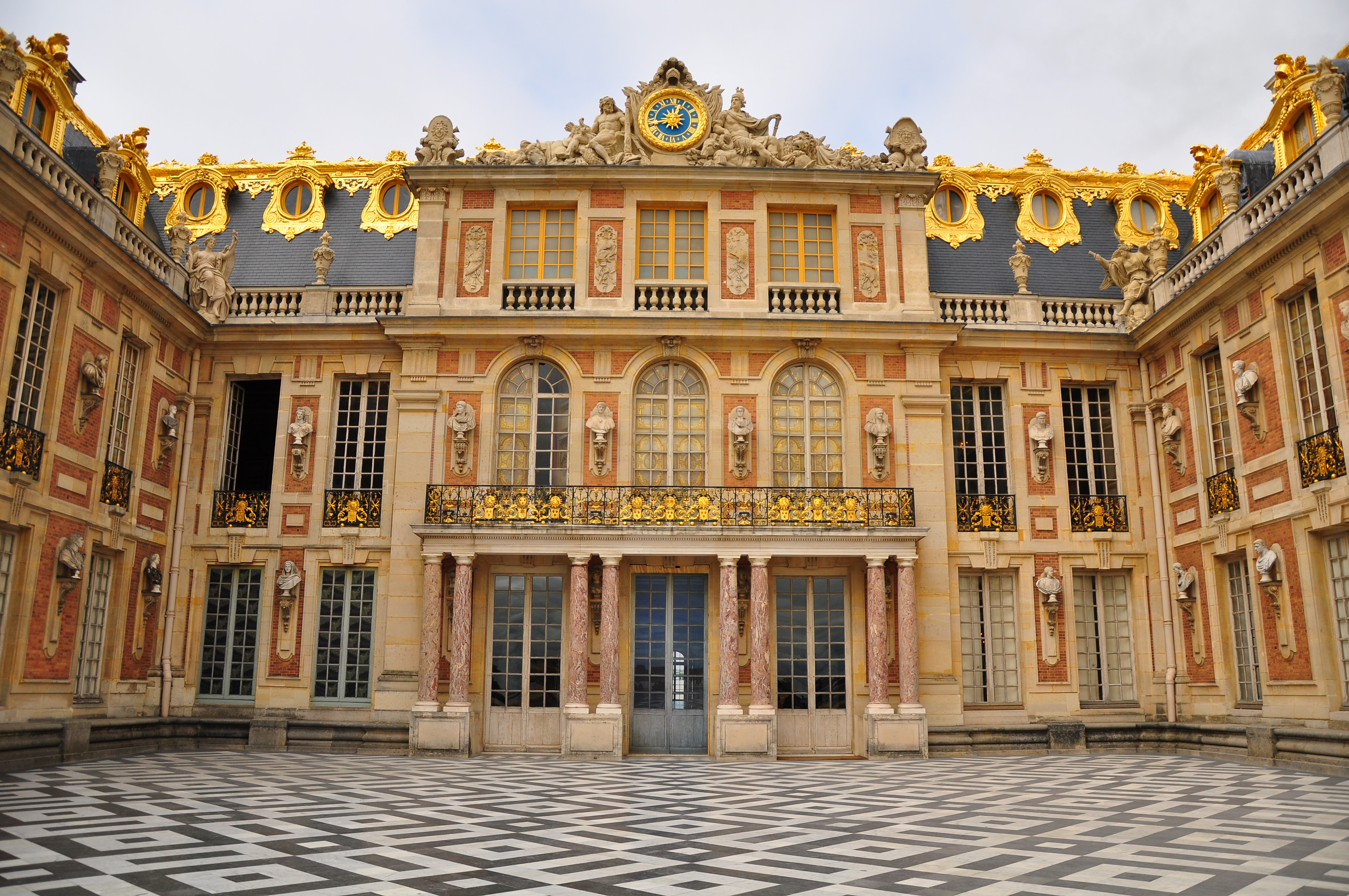
Curtea de Marmură și o parte a fațadelor Palatului de la Versailles (Versailles, Franța), înfrumusețate de Louis Le Vau (1661–1668) și mai târziu de Hardouin-Mansart (1679–1681)
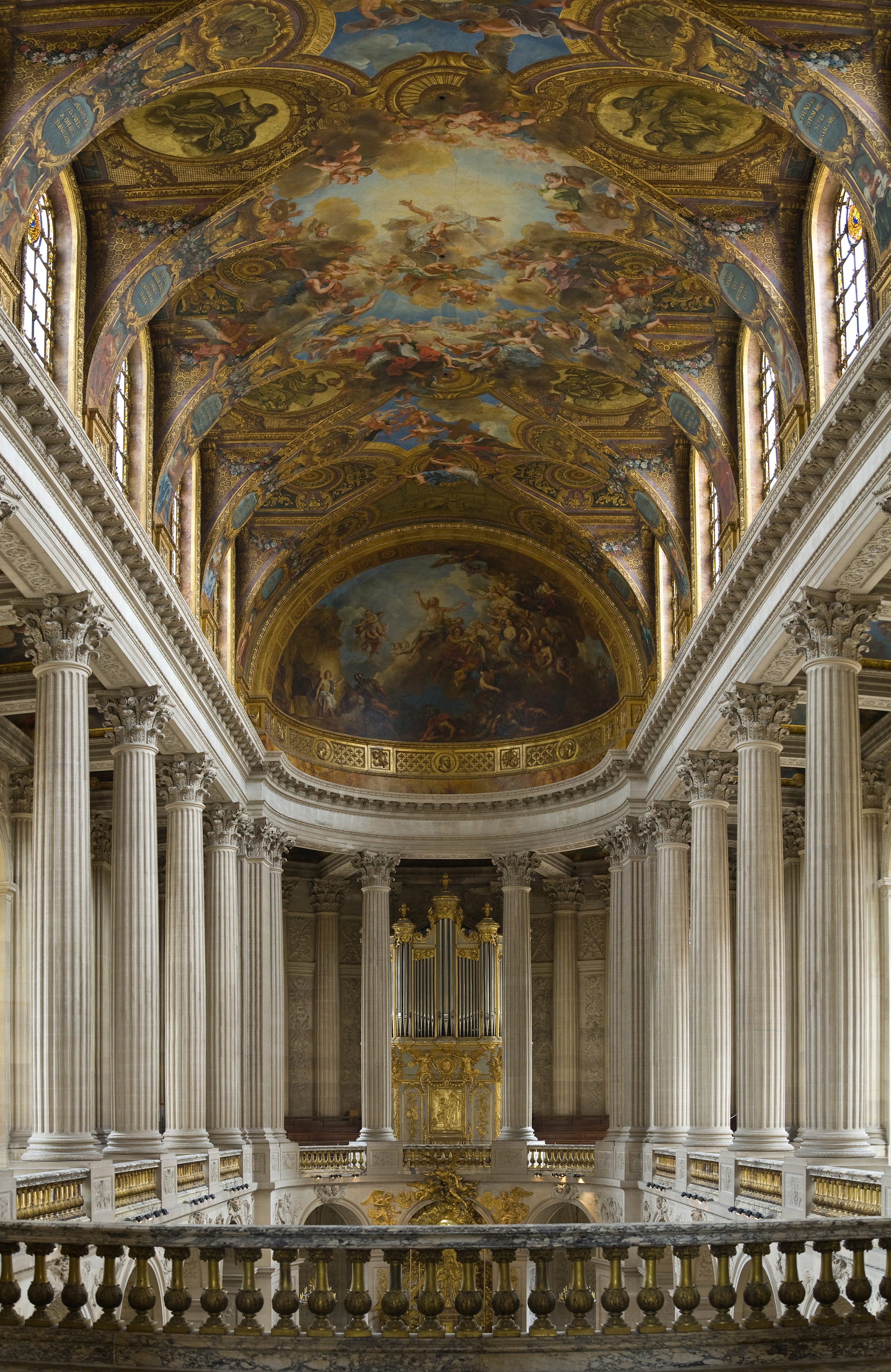
Capela Regală, văzută din Galeria Regală a Palatului de la Versailles
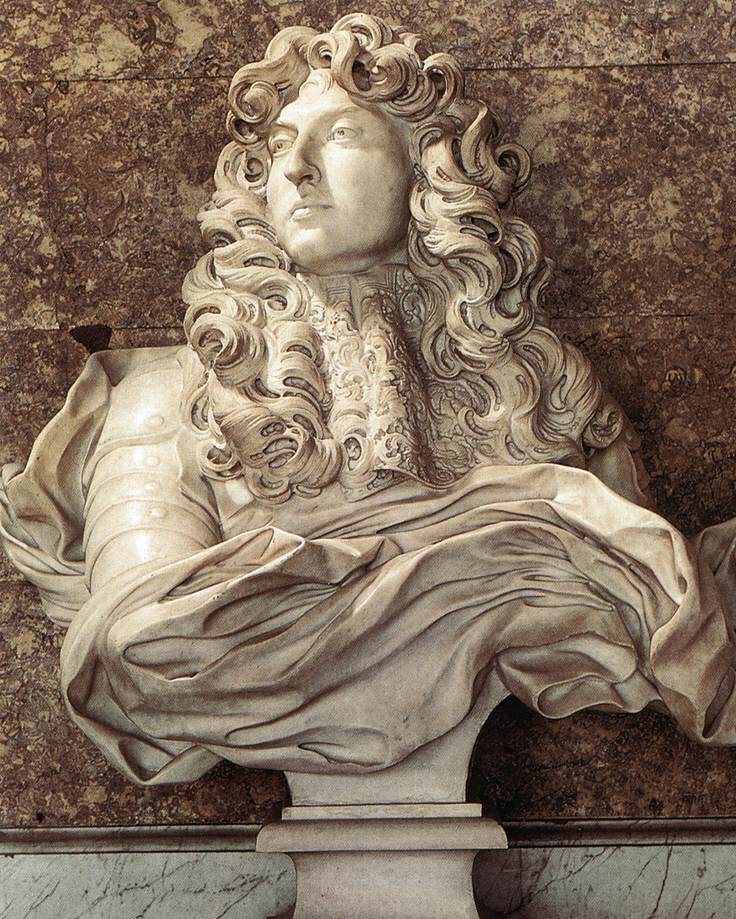
Bustul lui Ludovic al XIV-lea; de Gian Lorenzo Bernini; 1665; marmură; 105 × 99 × 46 cm; Palatul de la Versailles
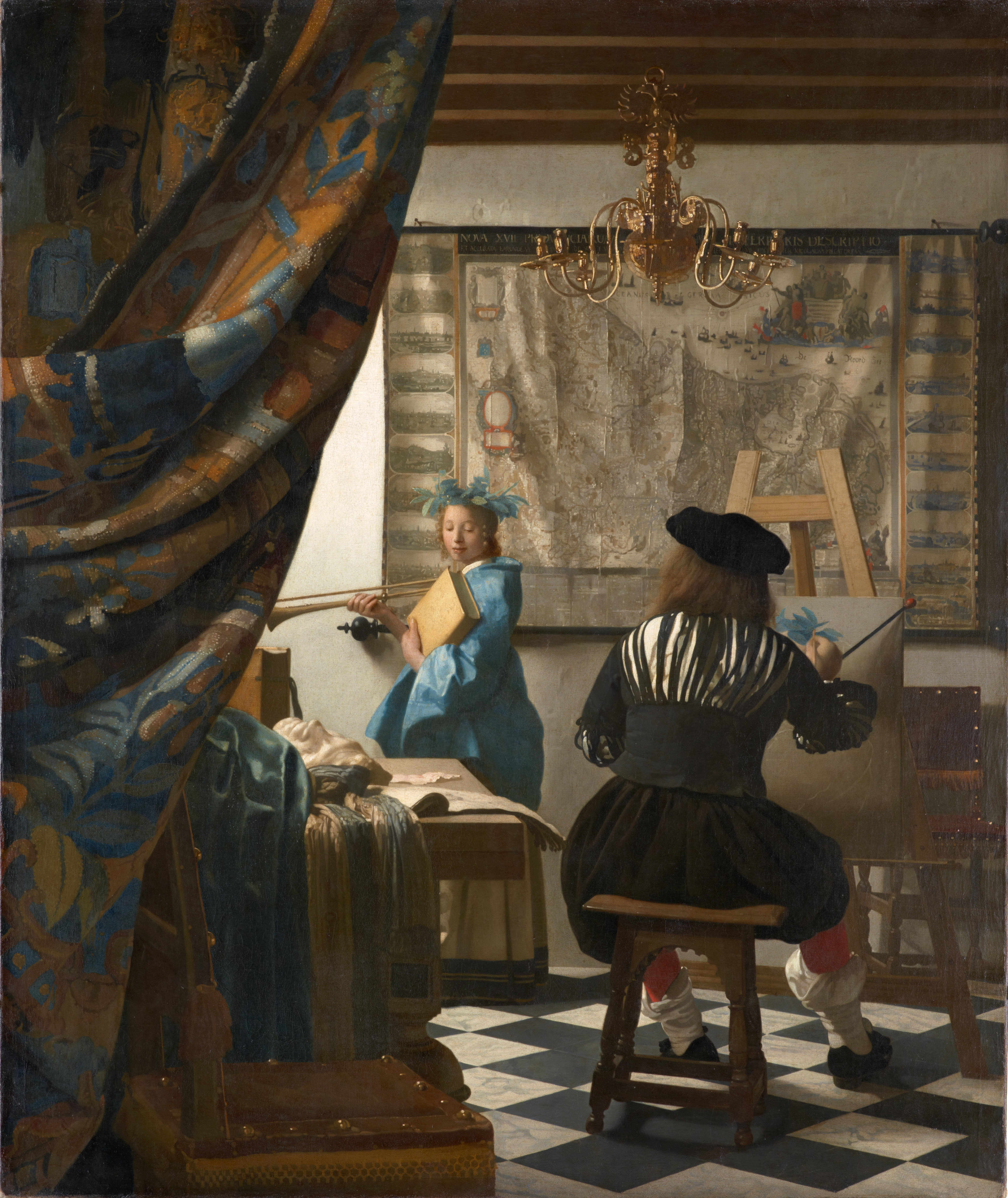
Arta picturii; de Johannes Vermeer; 1666-1668; ulei pe pânză; 1,3 x 1,1 m; Muzeul de Istorie a Artei din Viena
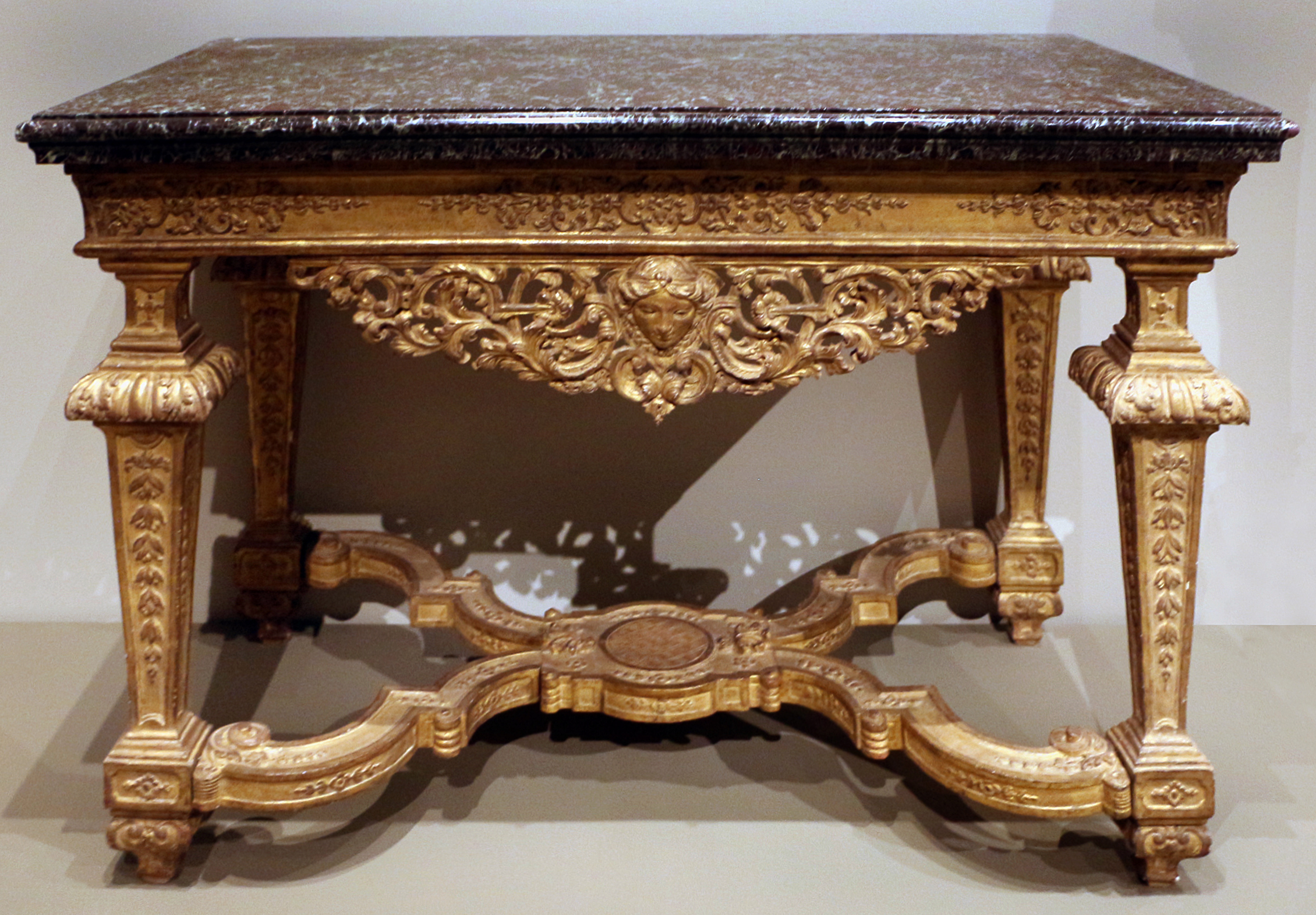
Masă franceză de perete; 1685-1690; probabil lemn sculptat, aurit și gessoit, cu blat de marmură; 83,6 × 128,6 × 71,6 cm; Institutul de Artă din Chicago (SUA)
Portretul lui Ludovic al XIV-lea; de Hyacinthe Rigaud; 1701; ulei pe pânză; 277 × 194 cm; Luvru
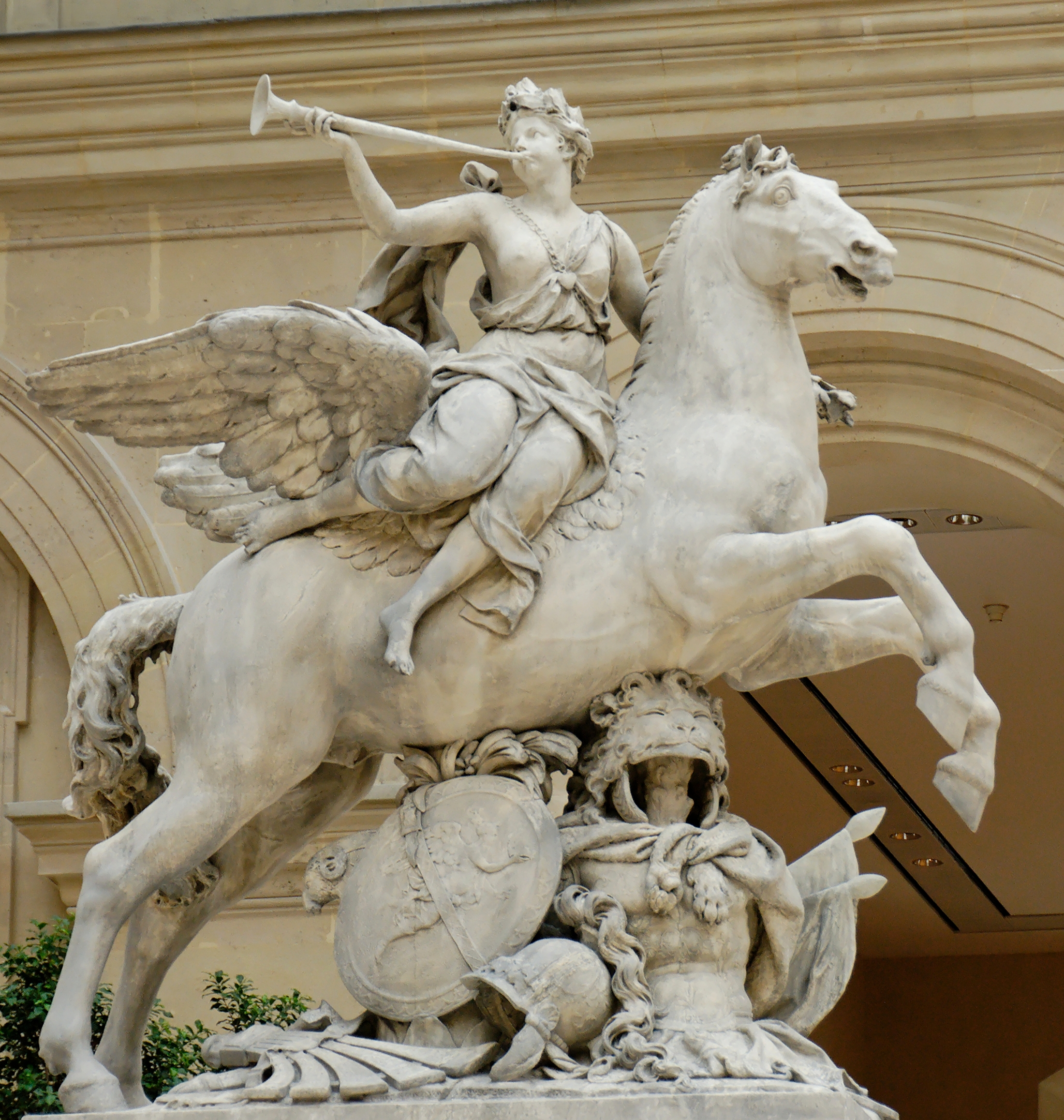
Faima Regelui Călărind Un Pegas; de Antoine Coysevox; 1701-1702; marmură de Carrara; înălțime: 3,15 m, lățime: 2,91 m, adâncime: 1,28 m; Luvru

### Rococo și rocaille
Delicatețea, amabilitatea, tinerețea și senzualitatea sunt idealurile picturii rococo franceze. Frivolitatea era o virtute, iar pictura portretistă era din ce în ce mai solicitată într-o societate în care un aspect fermecător era o parte esențială a seducției. Rococoul s-a dezvoltat ca o reacție împotriva naturii grandioase a barocului. În esență, el a apărut din dorința aristocrației de la curte de a avea o artă mai lejeră și mai jucăușă. Fiind în principal un stil în decorare sau ornamentare, rococoul le-a dat sculpturii și picturii roluri secundare și a folosit auriul pentru compartimentarea pereților, oglinzilor și panourilor ornamentale. Stilul s-a răspândit rapid în toată Europa și până în Turcia Otomană și China, grație cărților despre ornamentare care conțin cartușe (curbiline, adesea asimetrice, panouri), arabescuri (sinuoase, care se întrepătrund în forme vegetale) și ornamente compuse din scoici și cochilii, precum și designuri pentru pereți, panouri și șeminee. Rococoul francez s-a dezvoltat în perioada Régence (1715-1723), când Ludovic al XV-lea (domnie între 1715 și 1774) era un copil, iar țara era guvernată de Philippe de Orléans. A rezultat din stilul baroc mai greoi al curții lui Ludovic al XIV-lea, încorporând elemente mai ușoare, curbe mai delicate, asimetrie și sentimentul de jucăuș. În artele decorative și în arhitectură, poate să fie recunoscut prin cantitatea sa uriașă de curbe și volute în formă de C, luminozitatea în culoare sau prin panglici, scoici, coroane de flori, festoane, păsări, animale și alte ornamente specifice. În Franța, e cunoscut sub numele de „Louis Quinze”, sau „stilul Pompadour”. Spre deosebire de baroc, rococoul a abandonat simetria clasicistă. Stilul apare mai întâi în artele decorative și design, dar prin înălțimea sa în jurul anului 1730 s-a răspândit și în pictură și sculptură. Pan și Venus i-au înlocuit pe Apollo și Hercule într-o renaștere a zeilor, zeițelor și eroilor, iar în contrast cu întunericul uneori înfiorător asociat cu barocul, o paletă deschisă a fost adoptată. Trei pictori francezi cu care se asociază cel mai des termenul rococo sunt François Boucher, Jean-Antoine Watteau și Jean-Honoré Fragonard.
Termenul „rococo” provine de la termenul francez rocaille (pronunție: [rocai]), care înseamnă „piatră”, referindu-se la imaginile organice care îmopodesc pereții și plafoanele, unele interioare având un aspect de peșteră, cum e cazul unui salon oval din Hôtel de Soubise din Paris
Interioarele Hôtelului de Soubise din Paris sunt printre cele mai elegante și rafinate exemple ale rococoului decorativ. Casa este una dintre cele mai frumoase conace de oraș din secolul al XVIII-lea din Paris. A fost construit pentru Prințul și Prințesa de Soubise în 1375 și remodelat în 1704 sub instrucțiunile lui François de Rohan, Prinț de Soubise. Clădirea, care este împărțită în două apartamente - cel al Prințului de la parter și cel al Prințesei la ultimul etaj, prezintând pe ambele etaje saloane ovale care au vedere la grădină. Saloanele au fost create între 1735 și 1739 de Germain Boffrand, elev al arhitectului francez François Mansart. Boffrand a înmuiat liniile Salonului Oval al Prințesei cu curbe sinuoase, înmulțind reflectarea oglinzilor. Pereții se topesc în bolți, iar nișele neregulate pentru sculpturi sunt separate prin scoici rocaille. Arhitectura, sculptura și pictura se combină creând o atmosferă bogată și armonioasă. Opt pânze de tavan pictate de Charles-Joseph Natoire între 1737 și 1739 ilustrează povestea lui Cupidon și a lui Psyche. Înainte de întoarcerea din Italia în 1730, Natoire a petrecut câțiva ani la Roma la Académie de France, unde studiase lucrările lui Paolo Veronese, Antonio Correggio și, mai ales, Pietro da Cortona, un pictor de fresce decorative din secolul al XVII-lea. Influența lor e evidentă în compozițiile suple și elegante, efectele de iluminare și modul în care figurile sunt adaptate la constrângerile decorului. Paleta de rozuri, tonuri de albastru și de verde creează un efect arcadian fermecător, încapsulând rococoul matur.
Portughezii au fost primii europeni care au făcut comerț direct cu națiunile din Asia de Est, la scurt timp după ce au găsit un traseu direct în jurul Africii în 1498. Marea Britanie și Olanda au urmat procesul puțin peste un secol mai târziu, cu fondarea companiilor lor din India de Est - provocări protestante pentru puterea Portugaliei, iar porțelanuri chinezești, textile indiene și obiecte lăcuite japoneze au inundat piețele din Amsterdam și Londra. Aceste obiecte au fost văzute ca obiecte de prestigiu, simbolice nu numai pentru averea personală, ci și pentru influența națiunilor capabile să le importe. Imaginațiile europenilor au fost alimentate de perceperea Asiei ca fiind un loc al bogăției și luxului și, în consecință, patronii de la împărați până la comercianți s-au legat unul cu celălalt astfel încât să-și împodobească locuințele cu bunuri asiatice și să și le decoreze în stiluri asiatice. Acolo unde obiectele asiatice erau greu de obținut, meșteri și pictori europeni au creat mărfuri pentru cererea pieței, creând un amestec de forme rococo și figuri, motive și tehnici asiatice autentice. Voga pentru chinoiserie era omniprezentă: interioarele de inspirație asiatică au apărut în Europa din Suedia în Sicilia și au înflorit în America din Noua Anglie până în Noua Spanie (Mexic), Brazilia și Argentina.

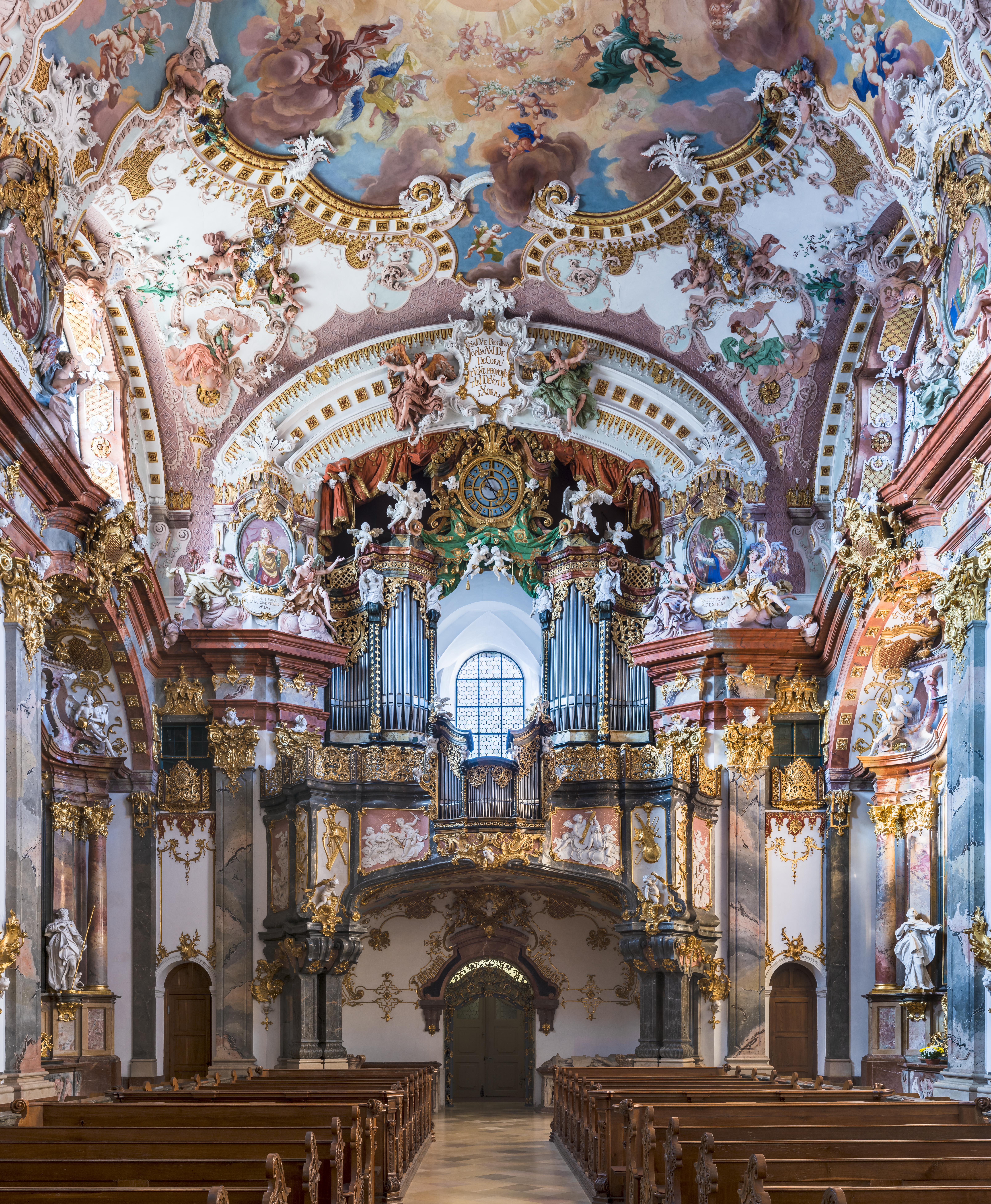
Interiorul uimitor al Mănăstirii Wilhering (Wilhering, Austria). Interiorul are picturi trompe-l'œil pe tavan, înconjurate de stucaturi foarte decorate
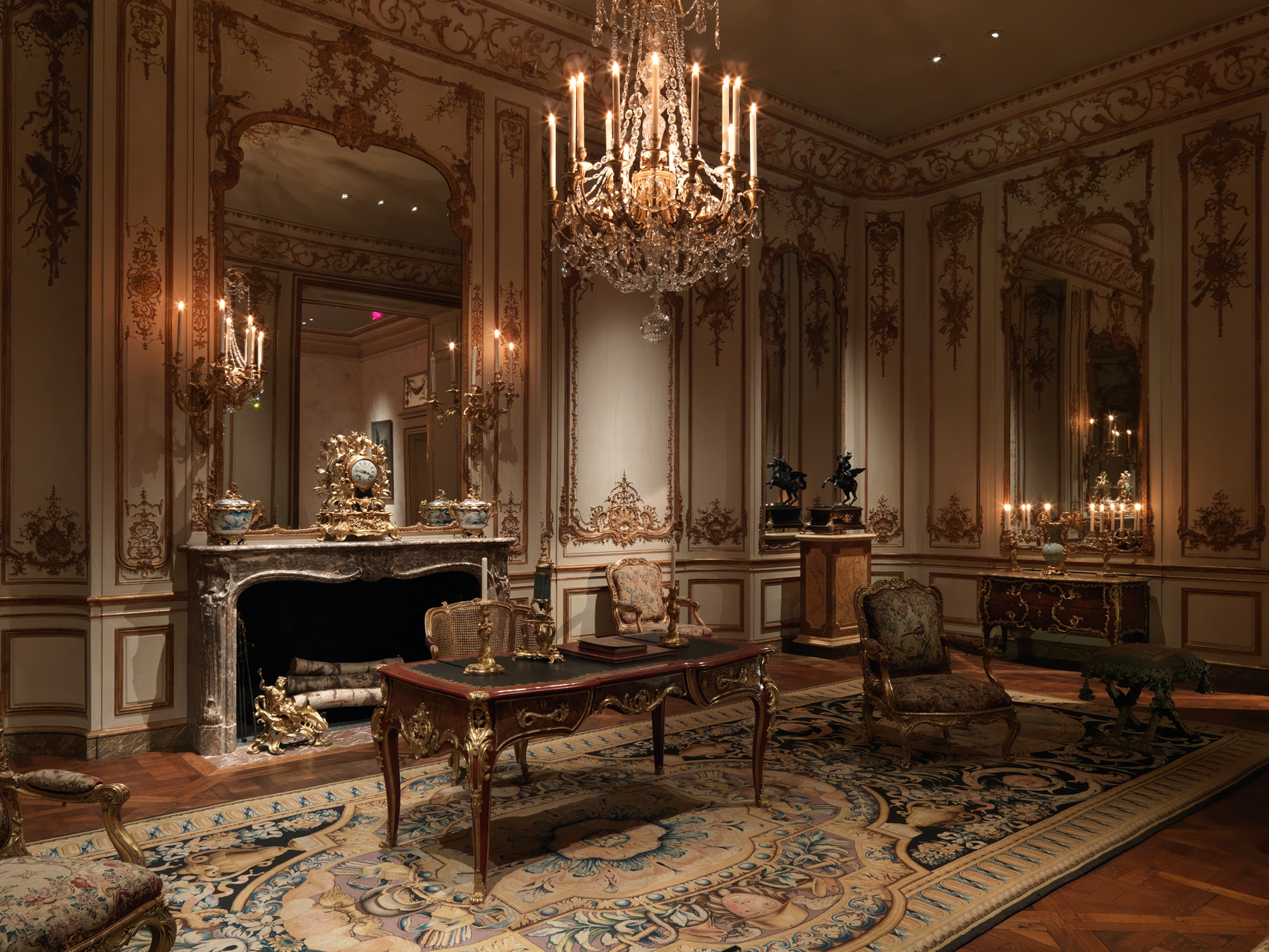
Boazerie din Hôtel de Varengeville; circa 1736-1752; diverse materiale, inclusiv stejar sculptat, pictat și aurit; înâlțime: 5,58 m, lățime: 7,07 m, lungime: 12,36 m; în Muzeul Metropolitan de Artă (New York City)
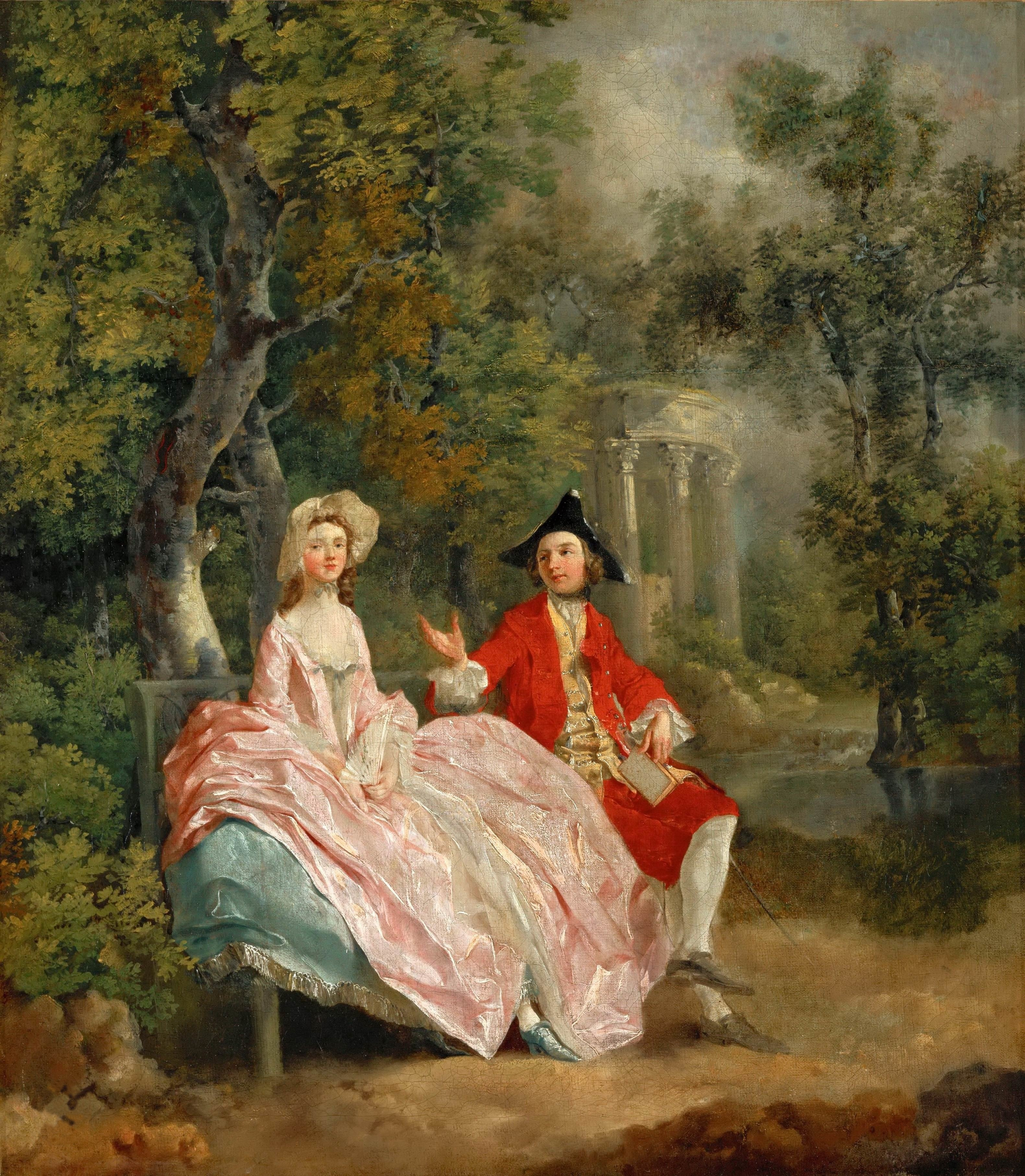
Conversație Într-un Parc; de Thomas Gainsborough; 1746; ulei pe pânză; 73 × 68 cm; Luvru
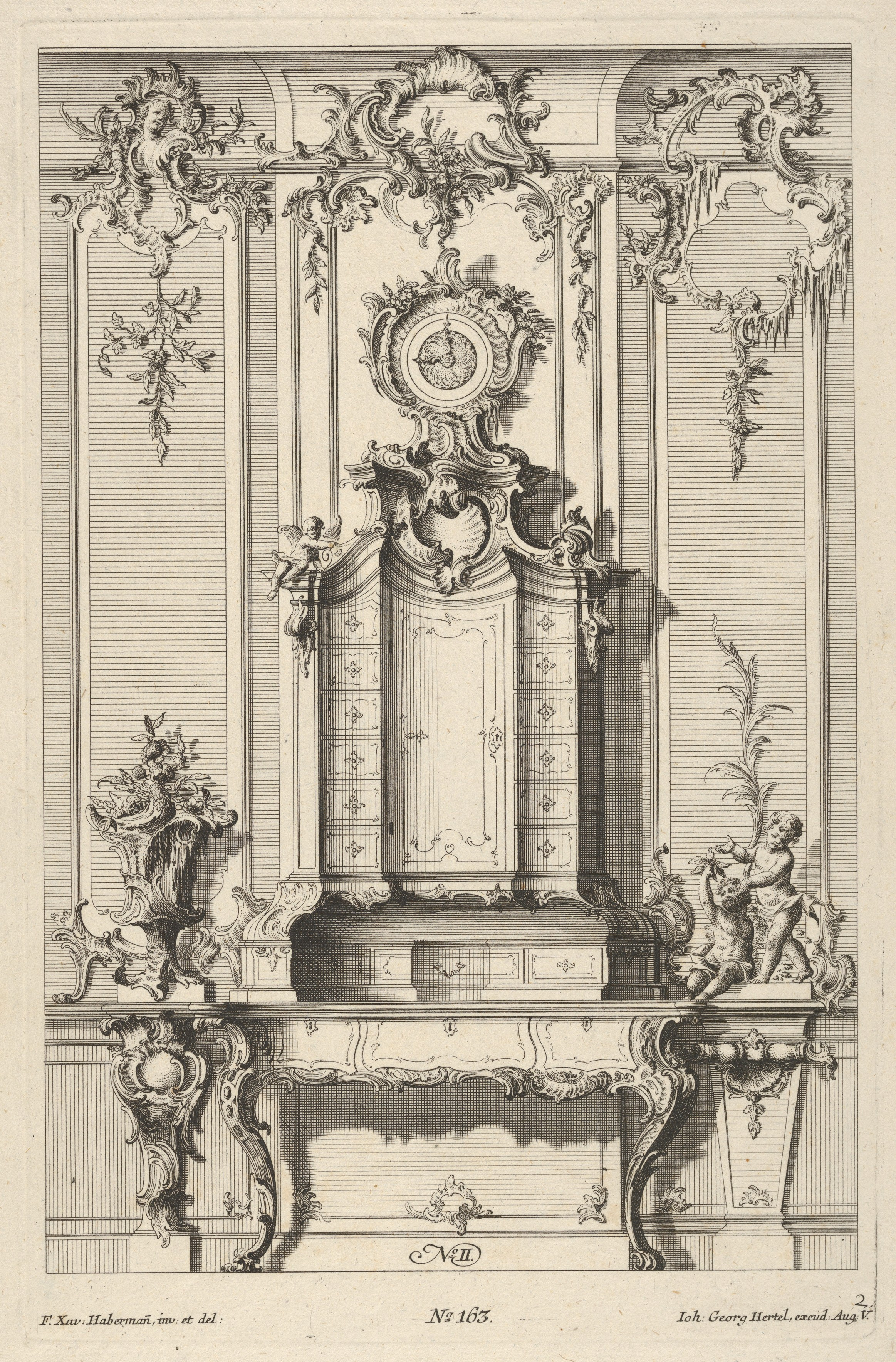
Design de secretaire, din 'Schreibtische'; de Johann Georg Hertel; 1748–1770; gravură; 29,7 × 19,1 cm; Muzeul Metropolitan de Artă
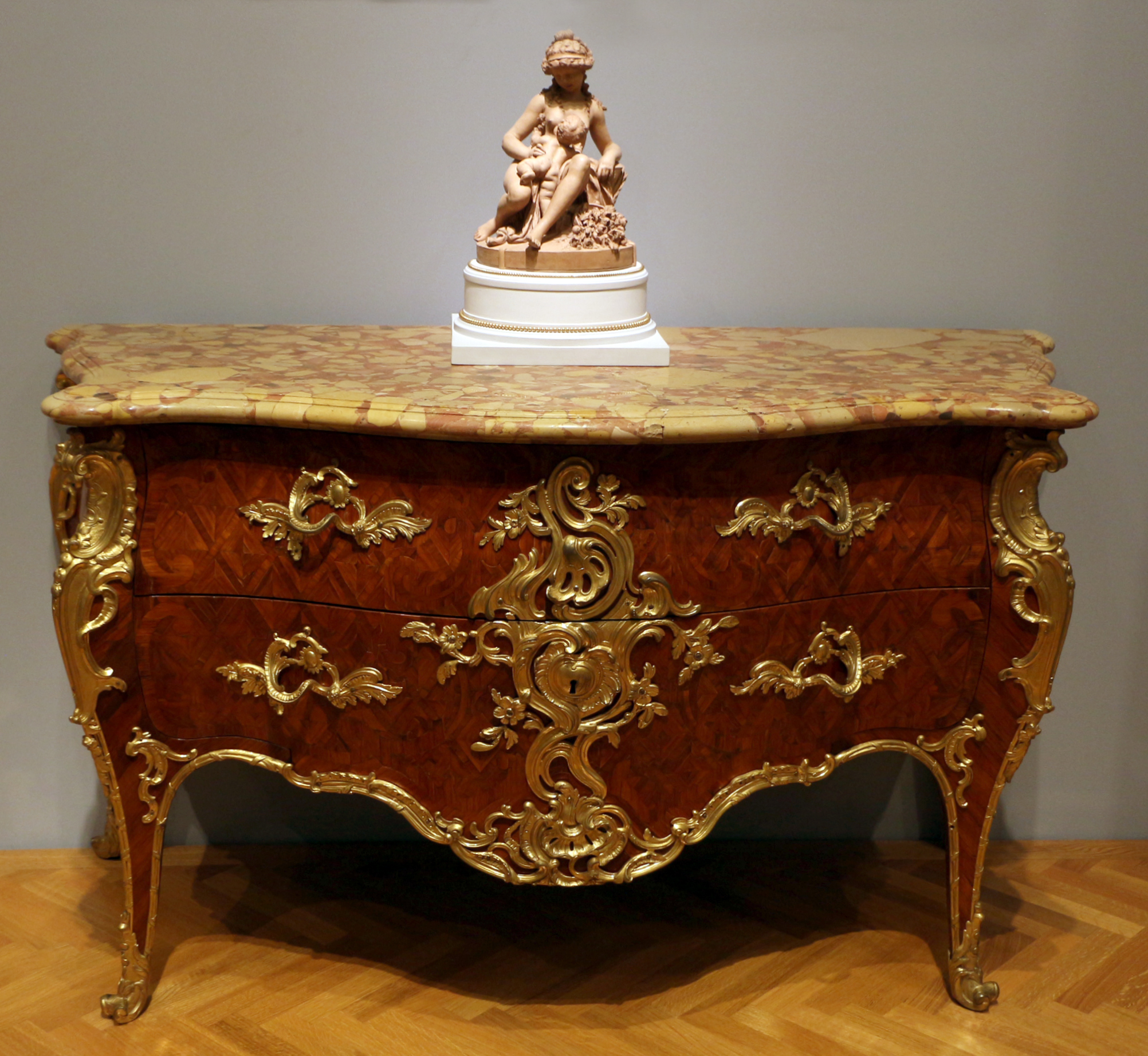
Comodă; circa 1750; marchetărie de stejar și lemn de copac lalea, monturi bronz aurit, și marmură; per ansamblu: 88 x 156,5 x 69,9 cm; Muzeul de Artă din Cleveland (Cleveland, Ohio, SUA)
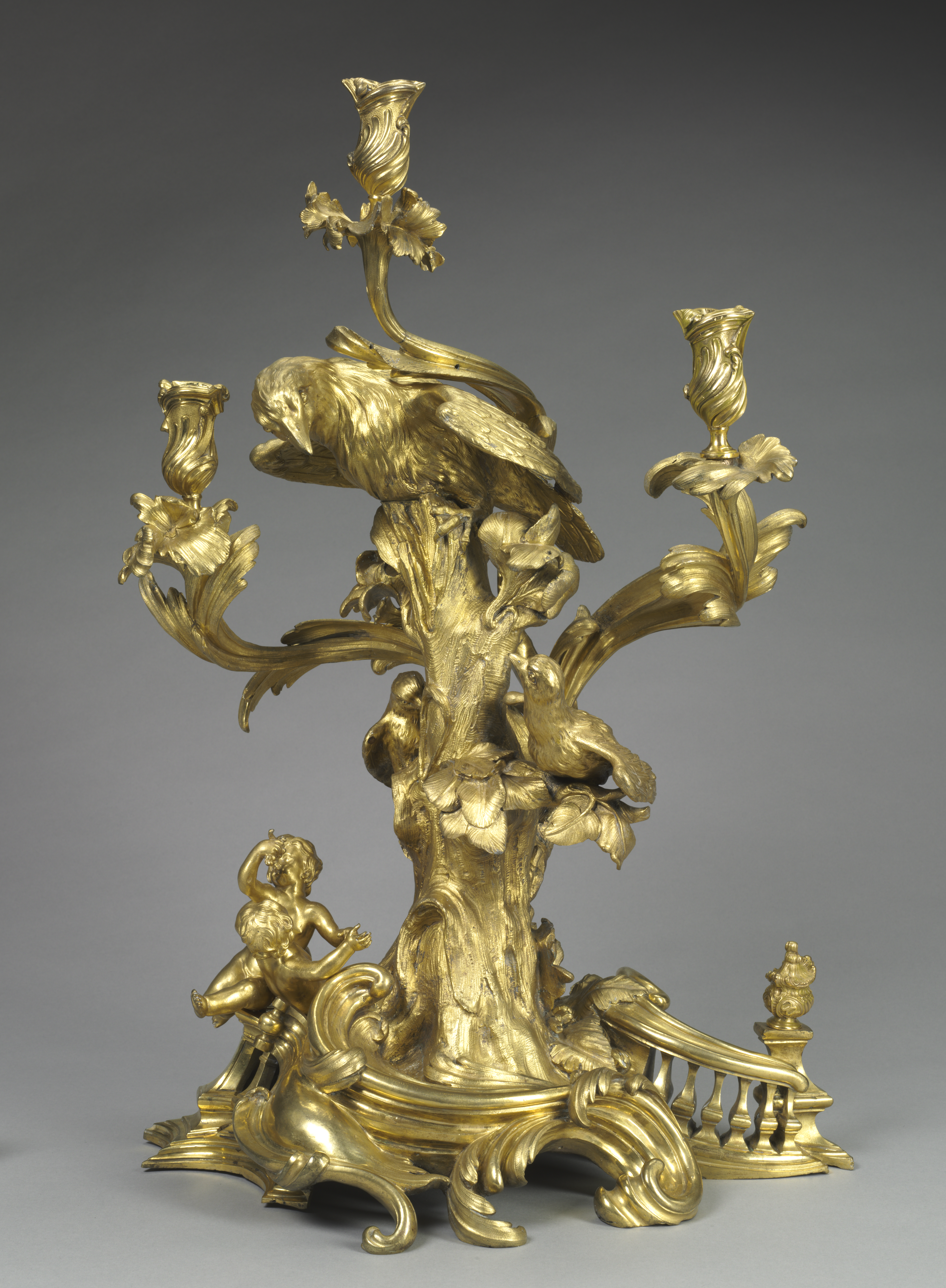
Sfeșnic; de Jean Joseph de Saint-Germain; c. 1750; bronz aurit; per ansamblu: 72,4 x 49,3 x 39,7 cm; Muzeul de Artă din Cleveland
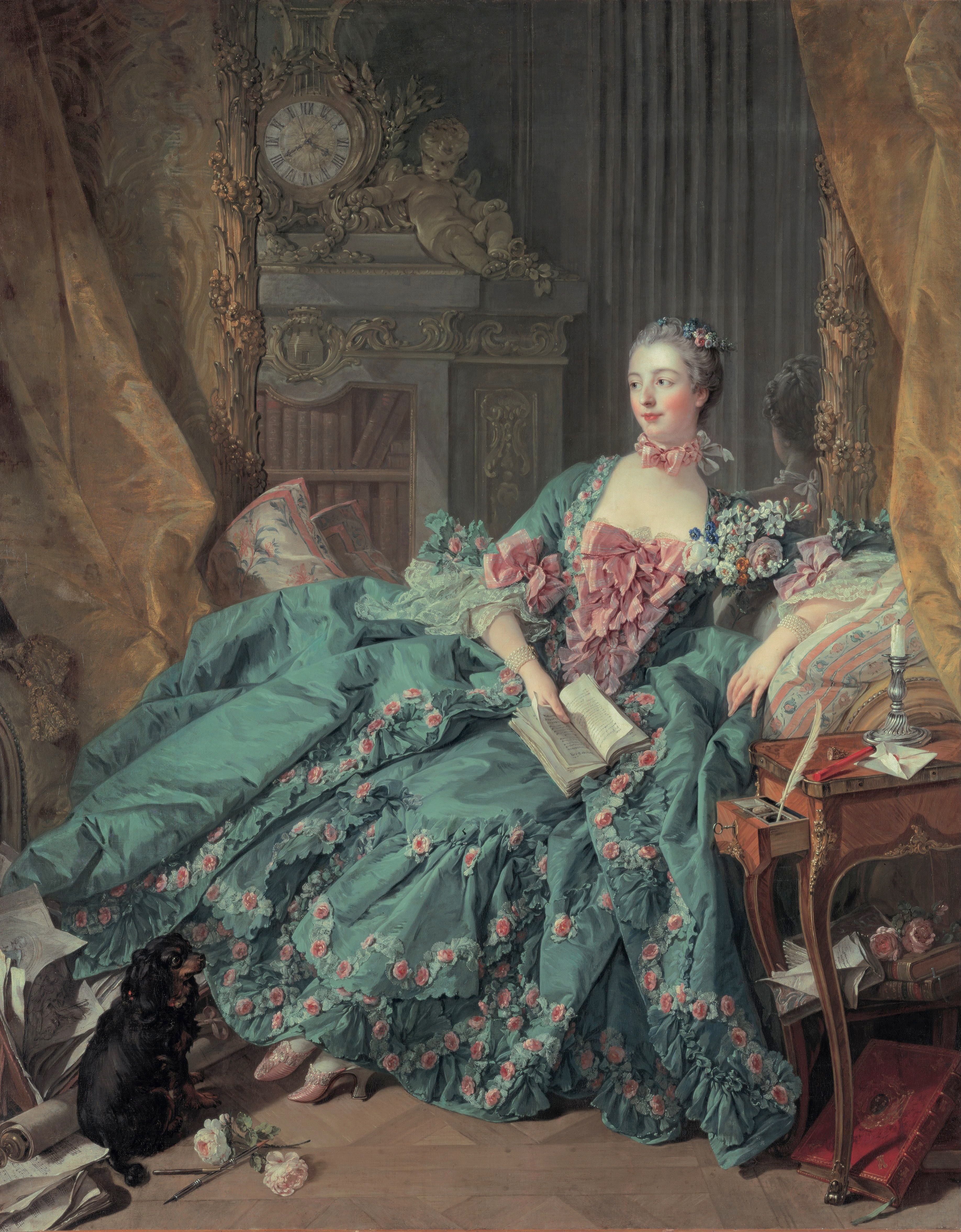
Madame de Pompadour; de François Boucher; 1756; ulei pe pânză; 2,01 x 1,57 m; Alte Pinakothek (München, Germania)
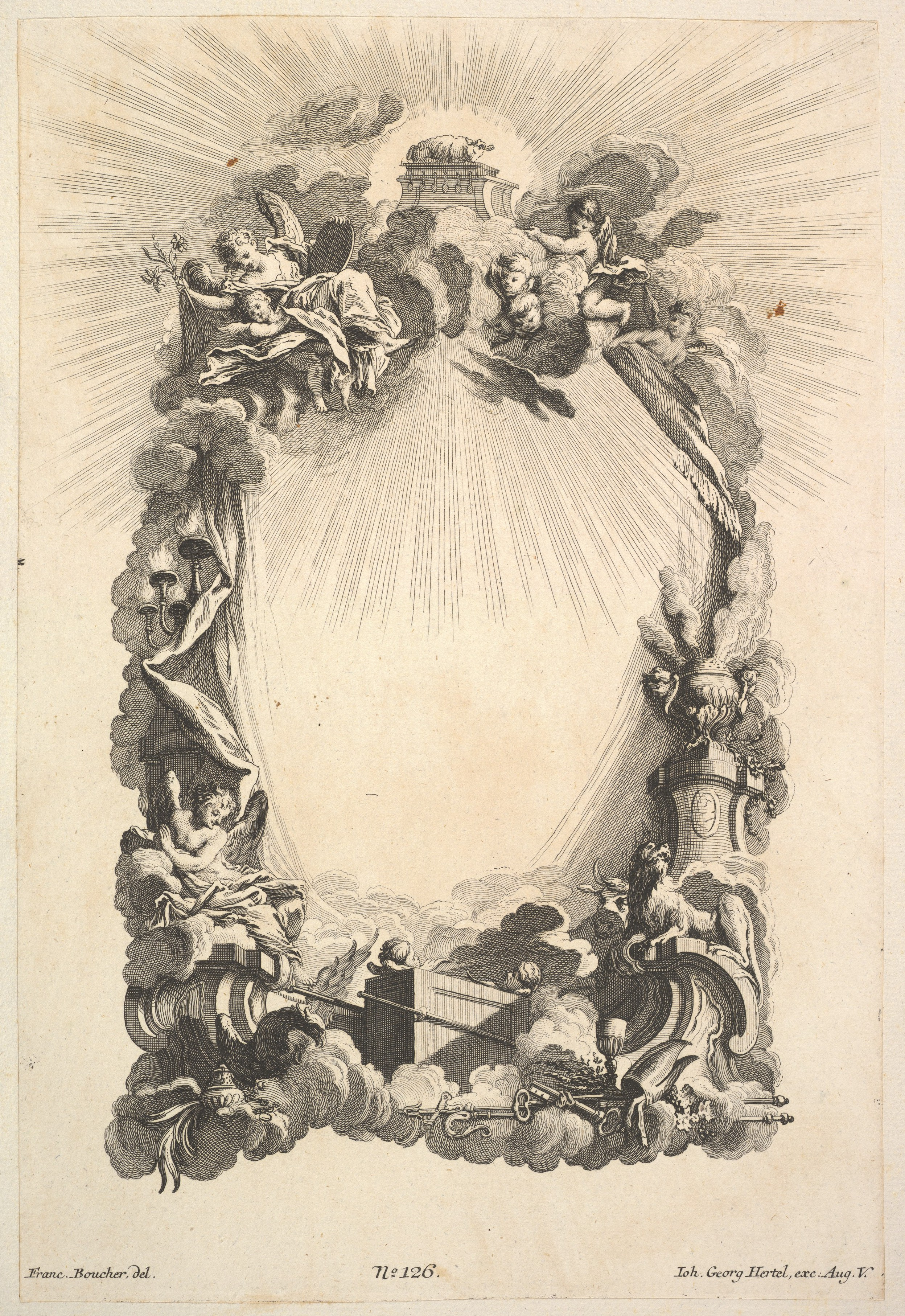
Chivotul Legământului, din Cartea de Cartușe; de François Boucher; mijlocul secolului al XVIII-lea; gravură; foaia: 30 × 19,8 cm; Muzeul Metropolitan de Artă
Supieră (terrine du roi); 1756; porțelan cu ornamente aurite sau emailate; per ansamblu: 24,2 cm, vasul: 15,9 x 22,6 x 16,5 cm; Muzeul de Artă din Cleveland
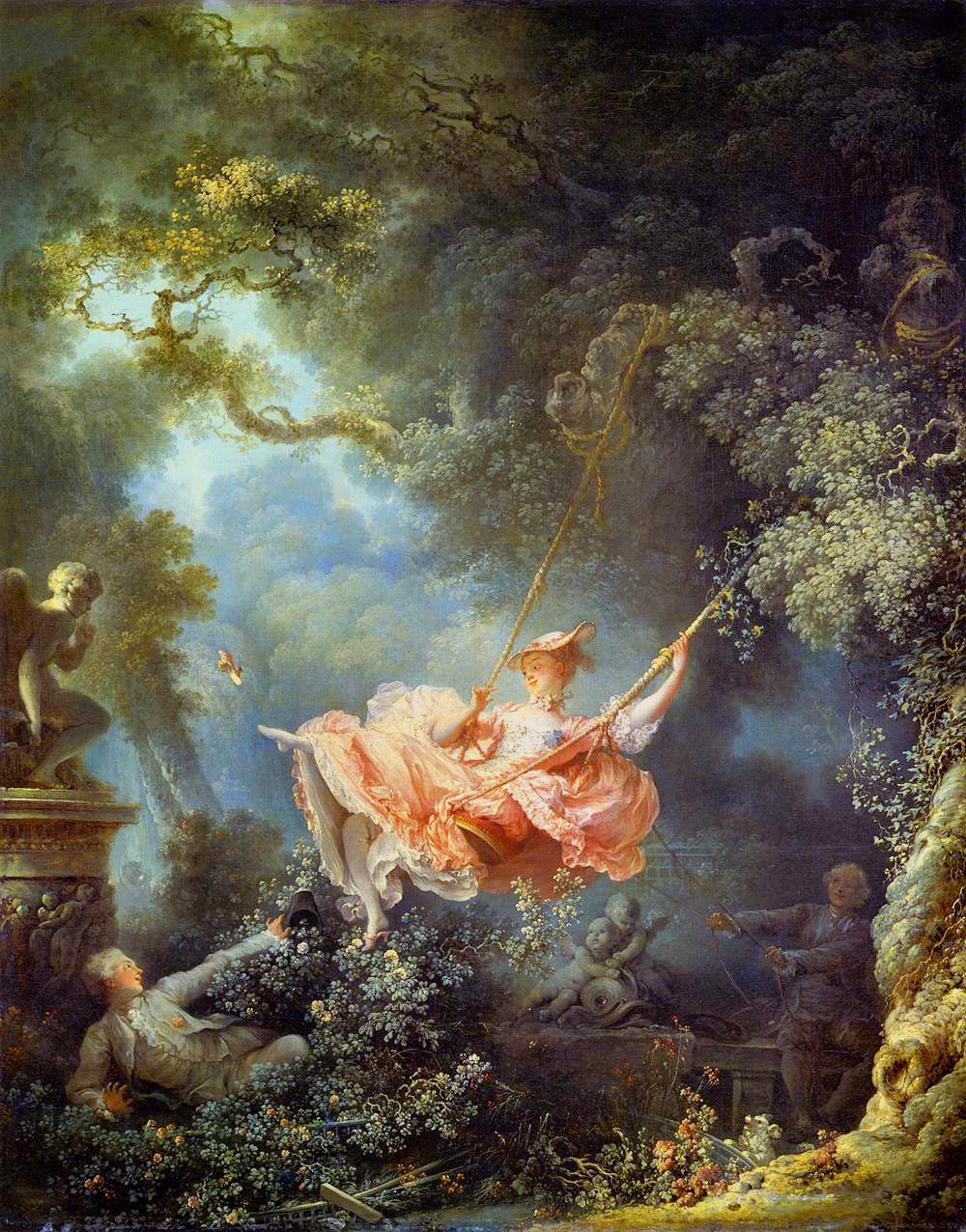
Leagănul; de Jean-Honoré Fragonard; 1767–1768; ulei pe pânză; înâlțime: 81 cm, lățime: 64 cm; Colecția Wallace (Londra)
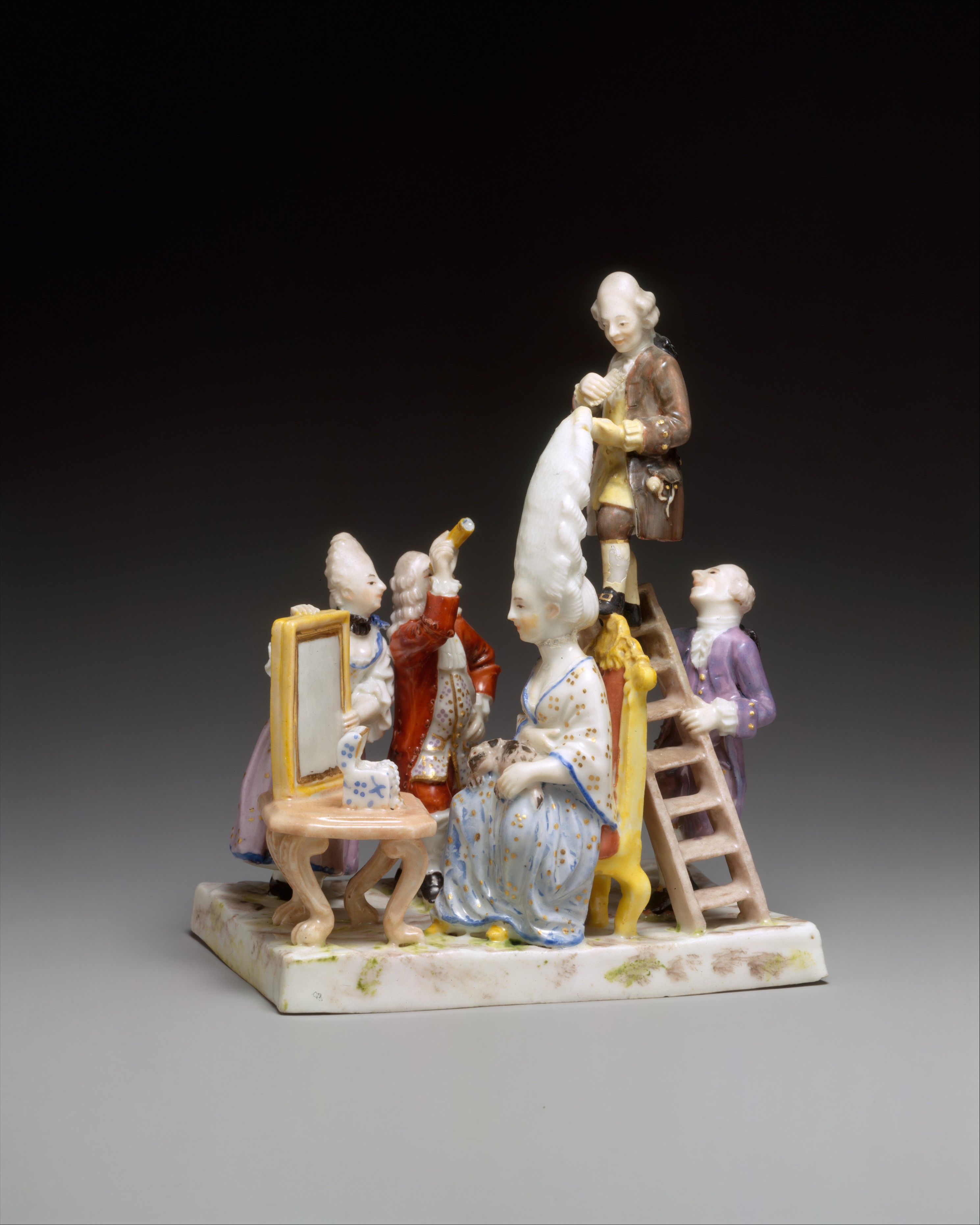
Coafura; făcut de Manufactura de Porțelan din Ludwigsburg; circa 1770; porțelan; per ansamblu: 12,4 × 9,8 × 7 cm; Muzeul Metropolitan de Artă
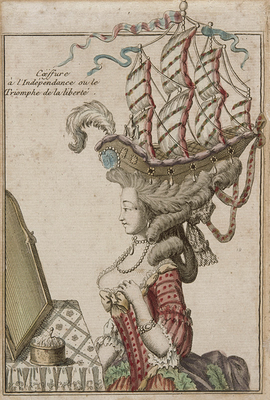
Coiffure à l’Indépendance ou Le Triomphe de la Liberté; 1778; gravură; Château de Blérancourt (Blérancourt, Franța). În acest print, o femeie aristocrată bine îmbrăcată aplică finisajele toaletei sale

### Neoclasicismul

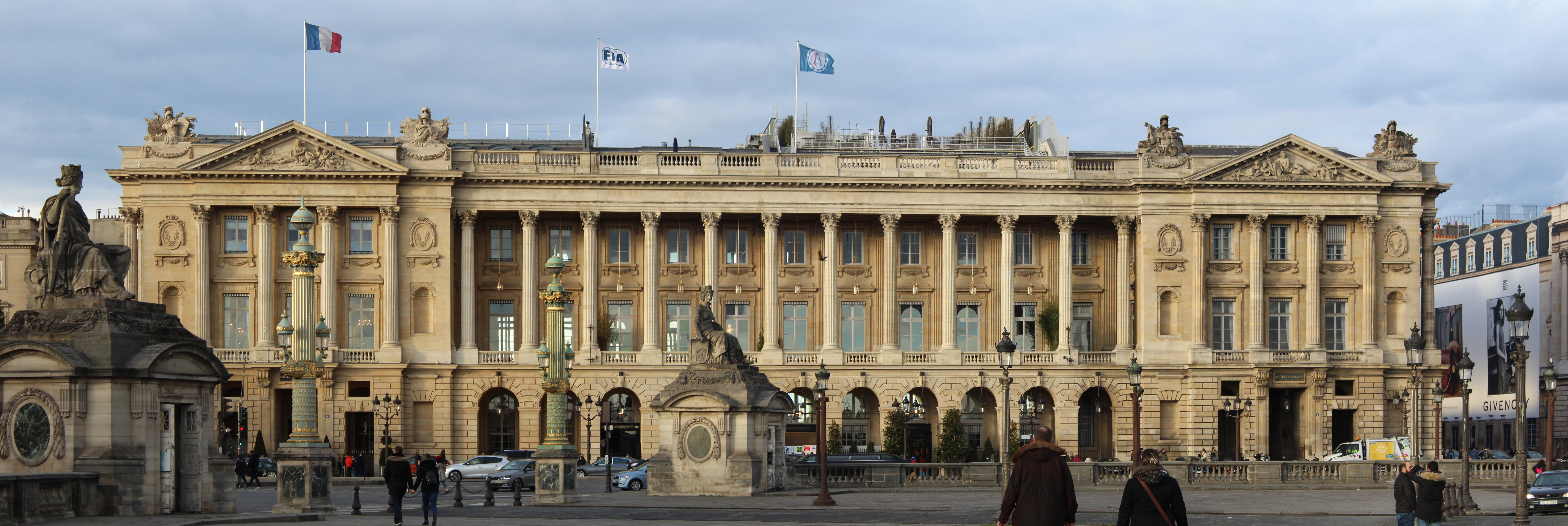
Hôtelul de Coislin din Paris, construit în 1770

Învierea stilurilor clasice din a doua jumătate a secolului al XVIII-lea a fost într-un fel o reacție împotriva frivolității și decadenței percepute a rococoului. A fost stimulată de redescoperirea siturilor antice din Pompeii și Herculaneum, care au inspirat o fascinație pentru antichitatea greco-romană și au influențat toate artele, de la pictură și sculptură la arhitectură, modă, literatură și muzică.
Cea mai originală fază a neoclasicismului poate fi asociată cu Revoluția Franceză din 1789-1799, când artiștii și arhitecții au făcut comparații între dorința lor pentru Liberté, Egalité et Fratenité și ceea ce au înțeles că sunt principiile politice ale Romei și Greciei clasice. Stilul Empire e reprezentativ pentru noua societate franceză ieșită din revoluție care a pus tonul în toate domeniile vieții, inclusiv în artă. Stilul ăsta a introdus conceptul de producție industrială în arta decorativă. Alte stiluri neoclasice includ: Adam (englez) și federal (american).  Motivele folosite pe scară largă în artele aplicată neoclasică sunt: frontonele, frunzele de acantă, palmetele, festoanele, cartușele, trofeele antice și instrumentele muzicale, grifonii, himerele, sfinxii, coarnele abundenței, capetele de leu care ține un inel metalic în gură și uneori femei înaripate. Majoritatea sunt preluate de la obiecte, interioare și arhitectură grecești, etrusce sau romane; dar unele dintre ele, cum e cartușul, sunt din Renaștere.

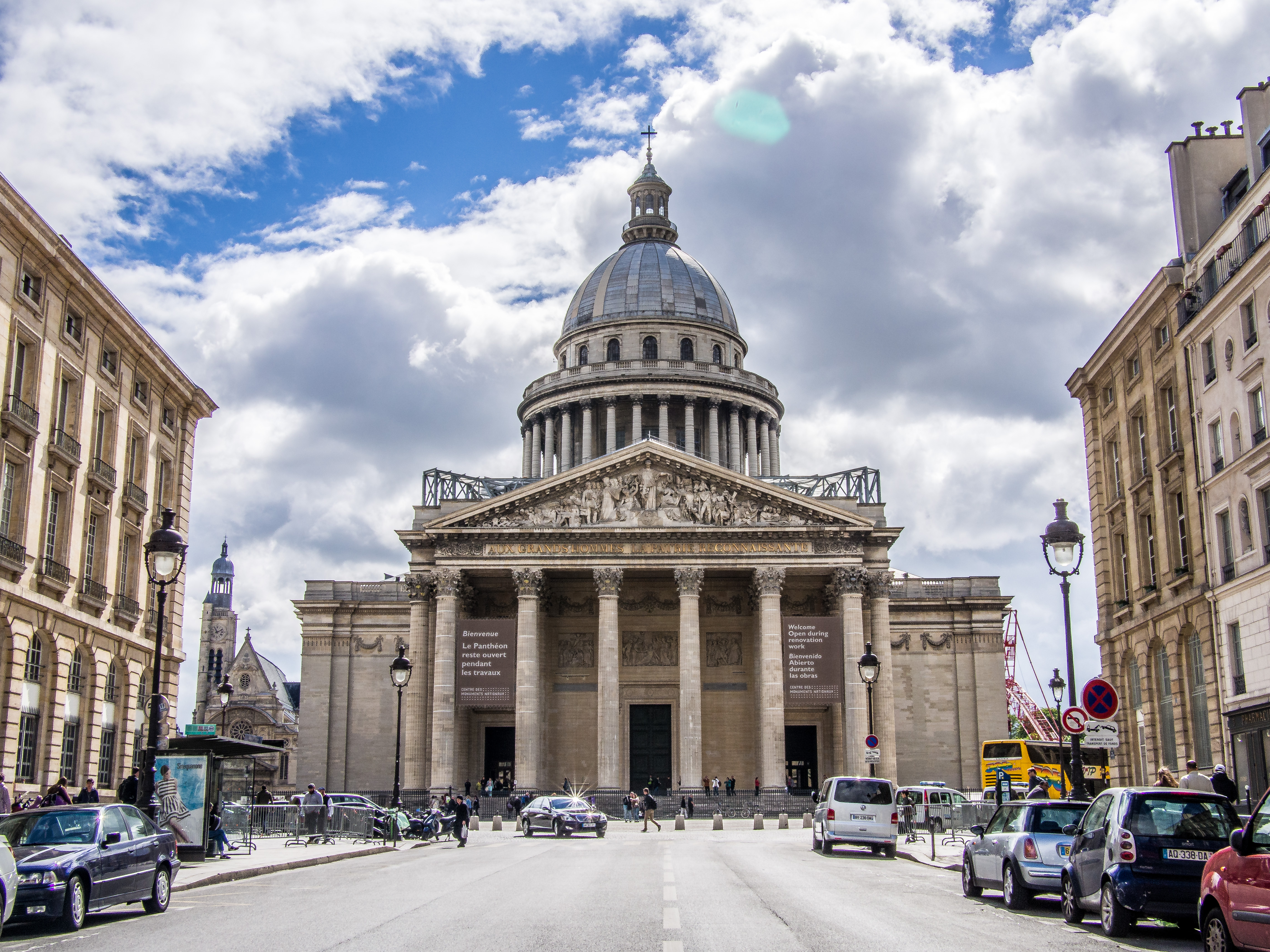
Panthéonul din Paris, 1758-1790, de Jacques-Germain Soufflot (1713-1780) și Jean-Baptiste Rondelet (1743-1829)
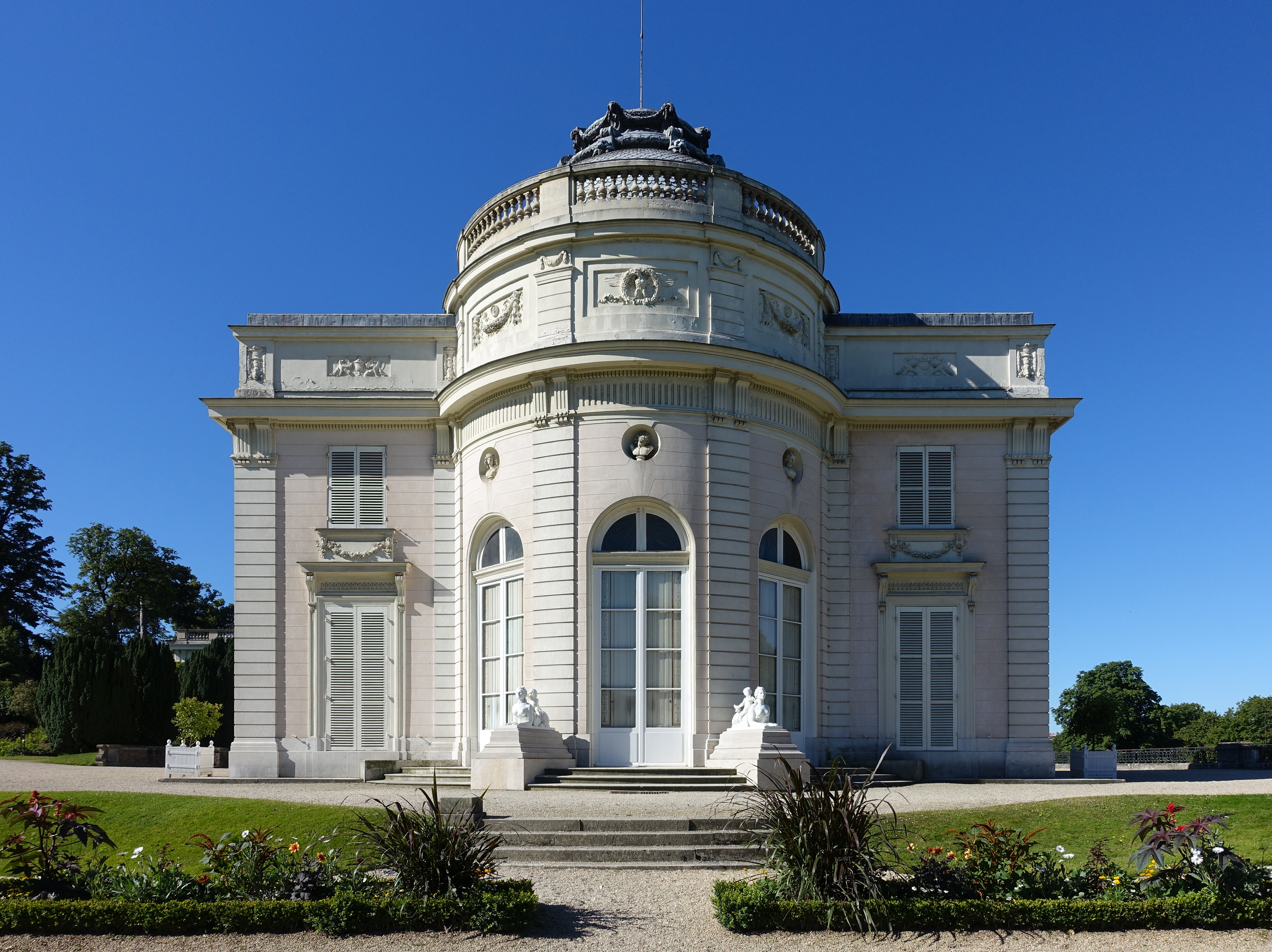
Château de Bagatelle din Paris, un mic château neoclasic, 1777, de François-Joseph Bélanger
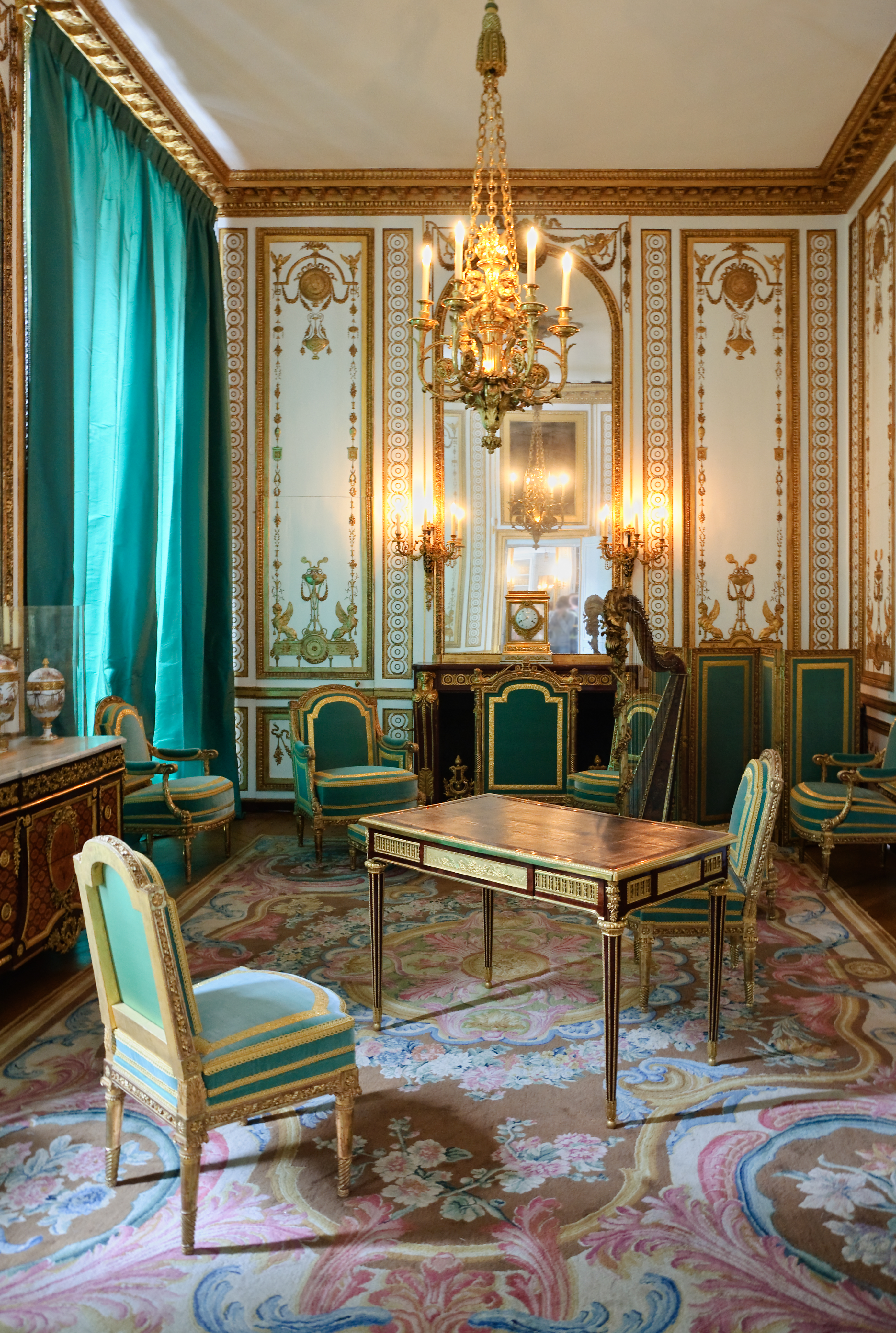
Salonul Doré al Mariei Antoaneta, în Palatul de la Versailles (Franță), un exemplu de interior în stilul Ludovic al XVI-lea
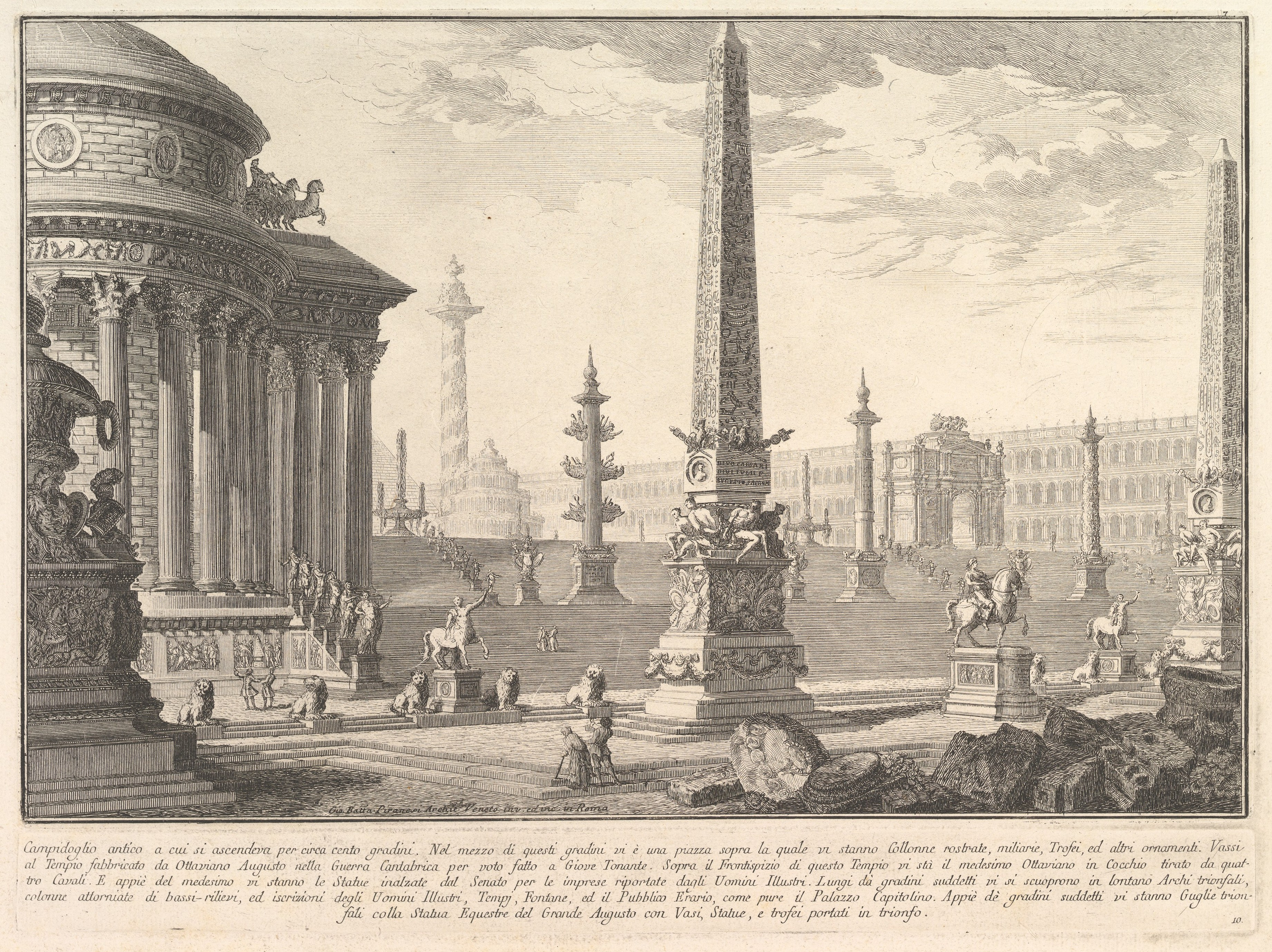
Vechiul Capitol Urcat cu Aproximativ o Sută de Trepte . . .; de Giovanni Battista Piranesi; circa 1750; gravură; mărimea întregii foi: 33,5 × 49,4 cm; Muzeul Metropolitan de Artă (New York City)
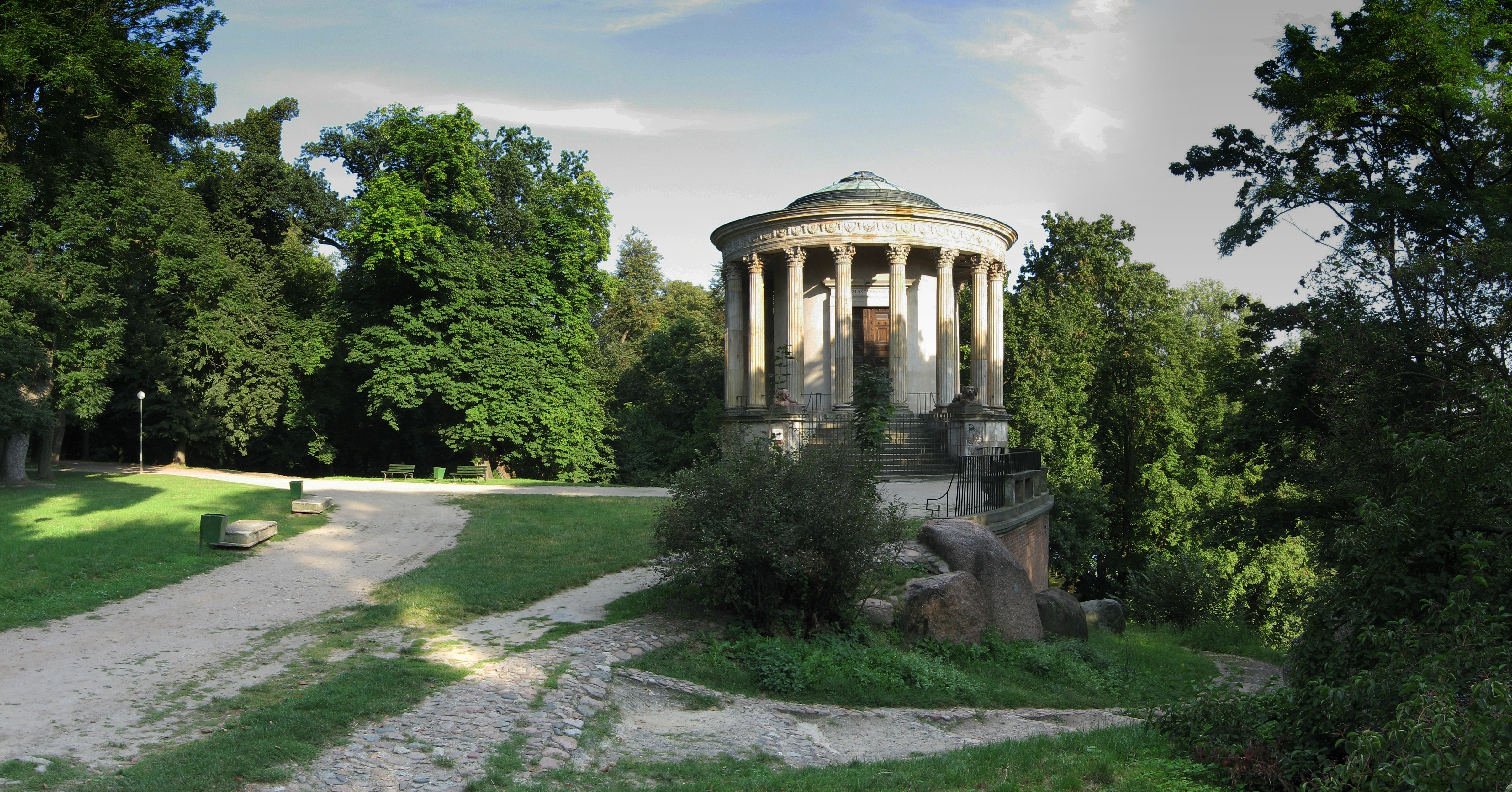
Templul Sybil, primul muzeu al Izabelei Czartoryska, din Puławy; de Piotr Aigner (Polonia); circa 1775
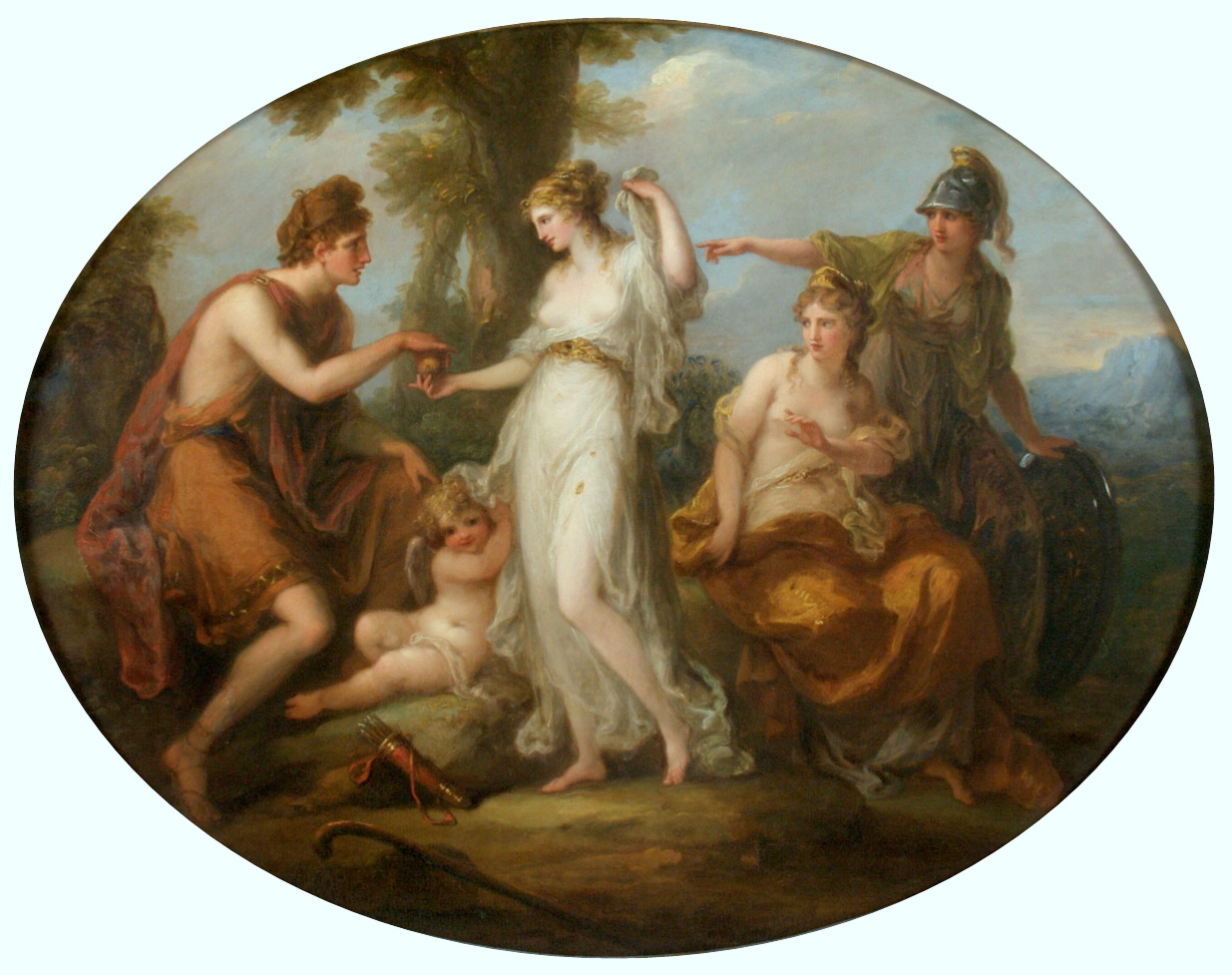
Judecarea lui Paris; de Angelica Kauffman; circa 1781; ulei pe canvas; 100,9 x 80 cm; Museo del Ponce (Puerto Rico)
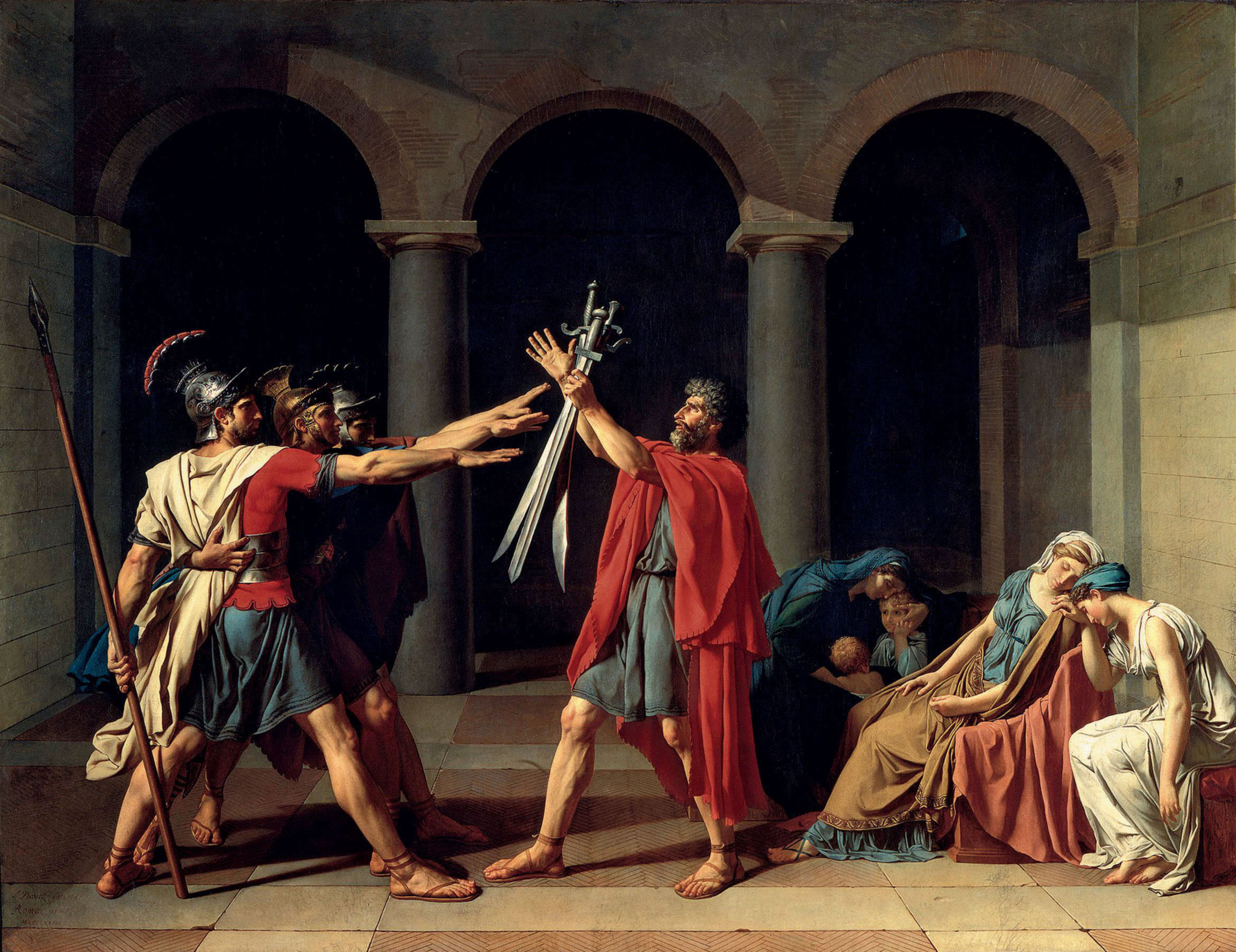
Jurământul Horațiilor; de Jacques-Louis David; 1784; ulei pe canvas; înălțime: 330 cm, lățime: 425 cm; Luvru
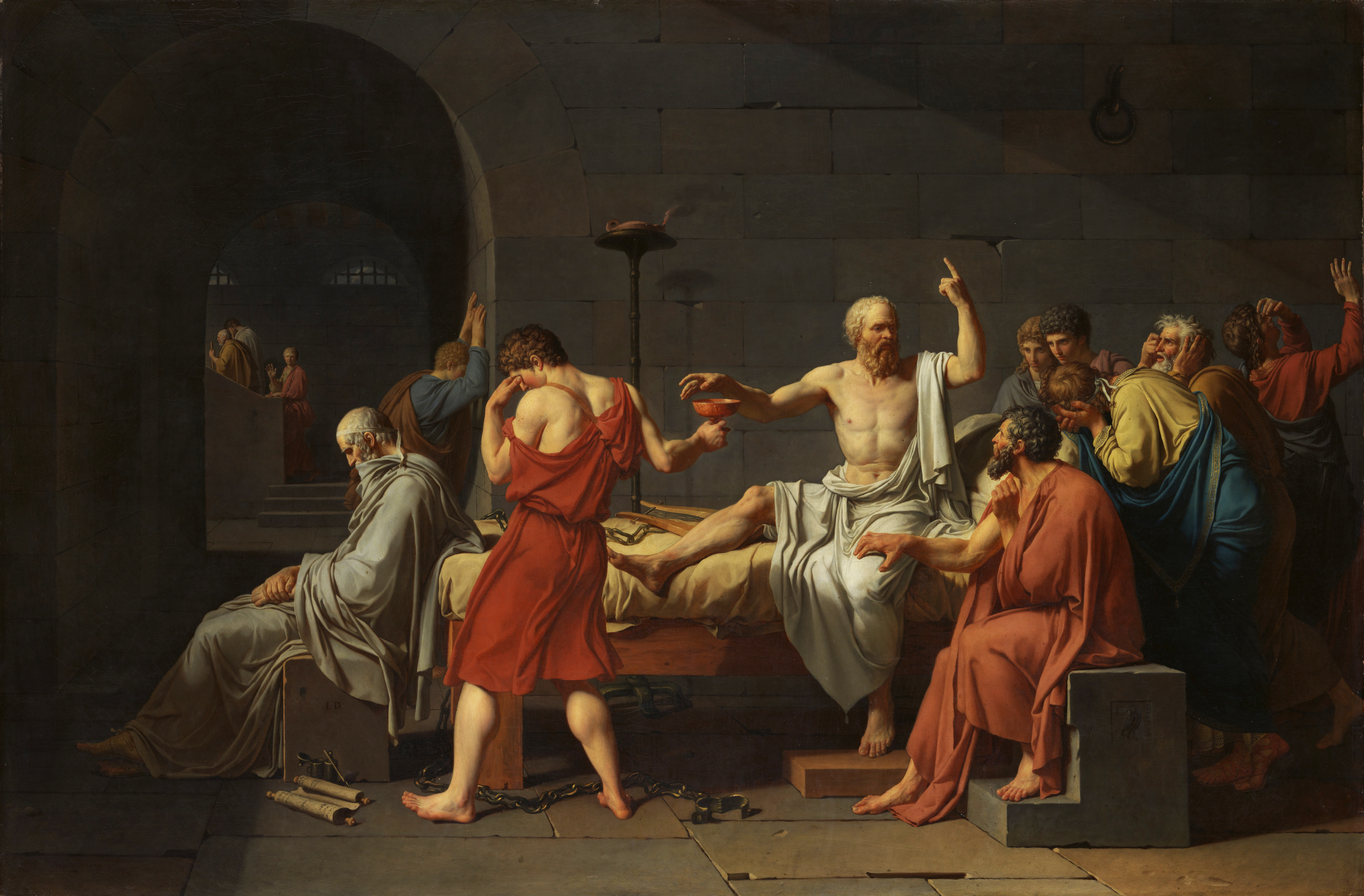
Moartea lui Socrate; de Jacques-Louis David; 1787; ulei pe canvas; 129,5 cm × 196,2 cm; Muzeul Metropolitan de Artă
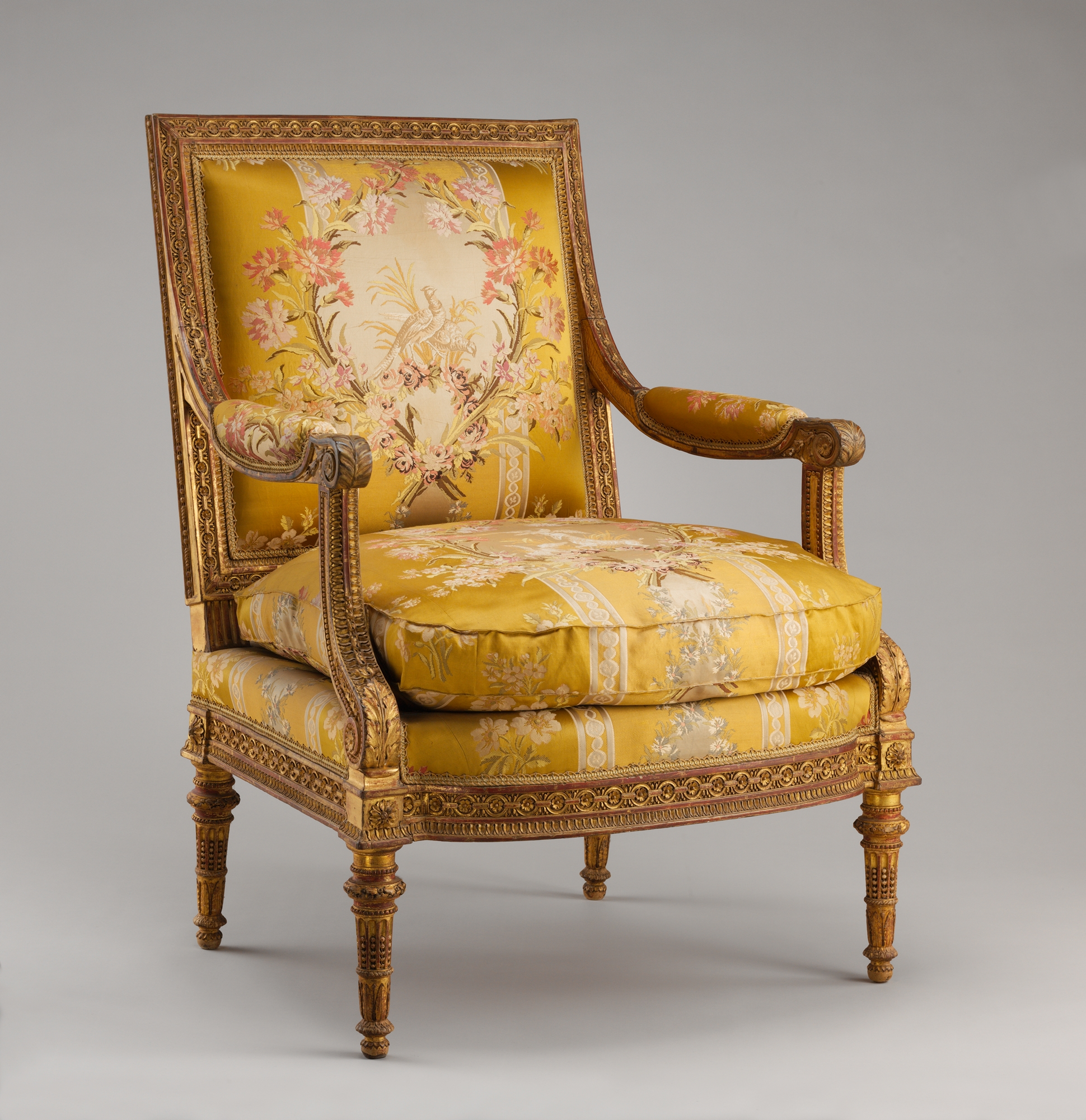
Fotoliu (fauteuil); 1788; lemn de nuc sculptat și aurit, cu mătase brocată cu aur (nu e originală); 100 × 74,9 × 65,1 cm; Muzeul Metropolitan de Artă
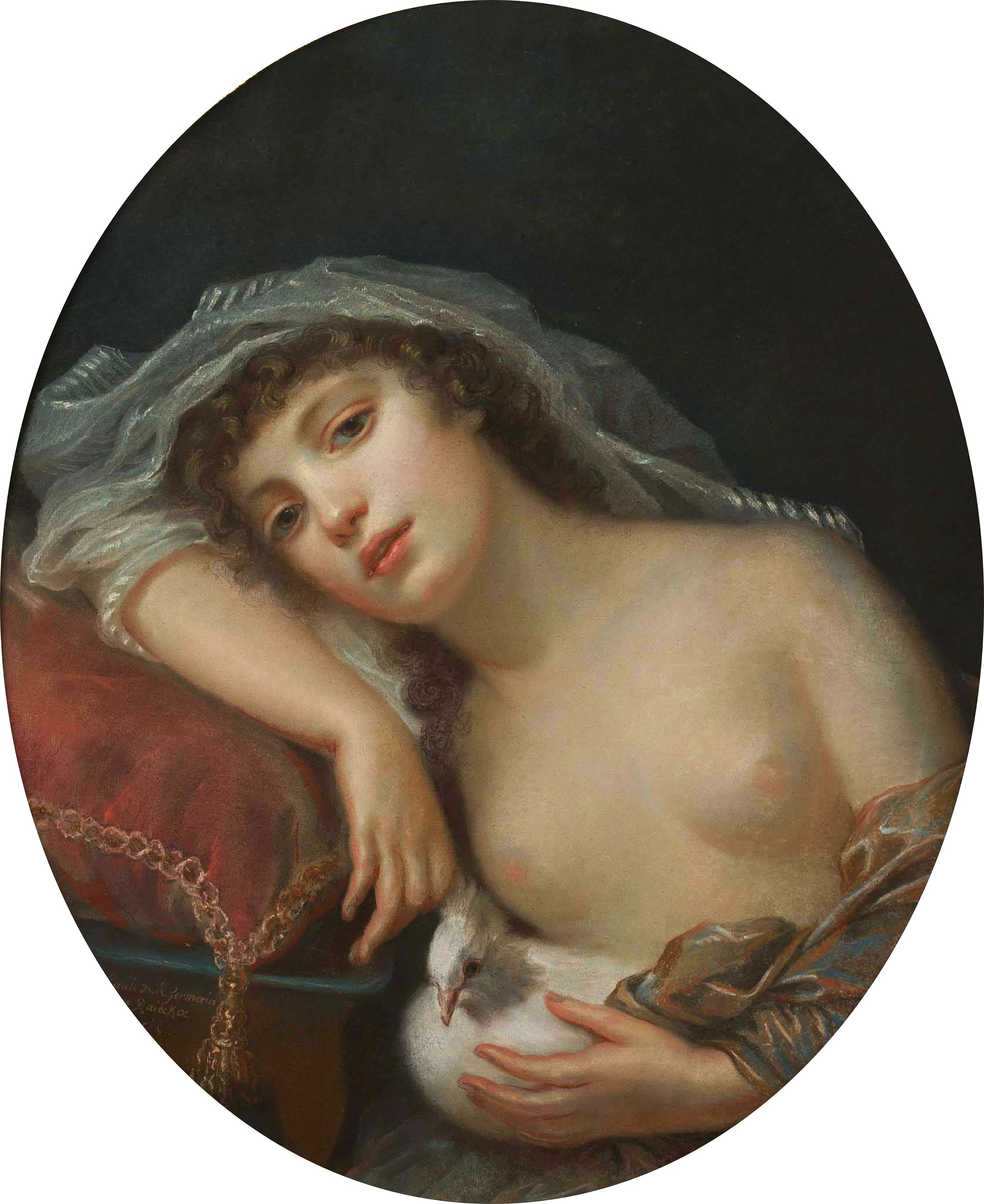
Fată cu un porumbel; de Anna Rajecka; 1789-1790; pastel pe hârtie; 64 x 53 cm; Muzeul Național din Varșovia (Polonia)
Ușă dublă, decorată cu ornamente greco-romane; de Pierre Rousseau; anii 1790; ulei pe panou; înrămată: 287 x 154 x 6 cm, neînrămată: 274 x 63 cm; Muzeul de Artă din Cleveland (Cleveland, Ohio, SUA)
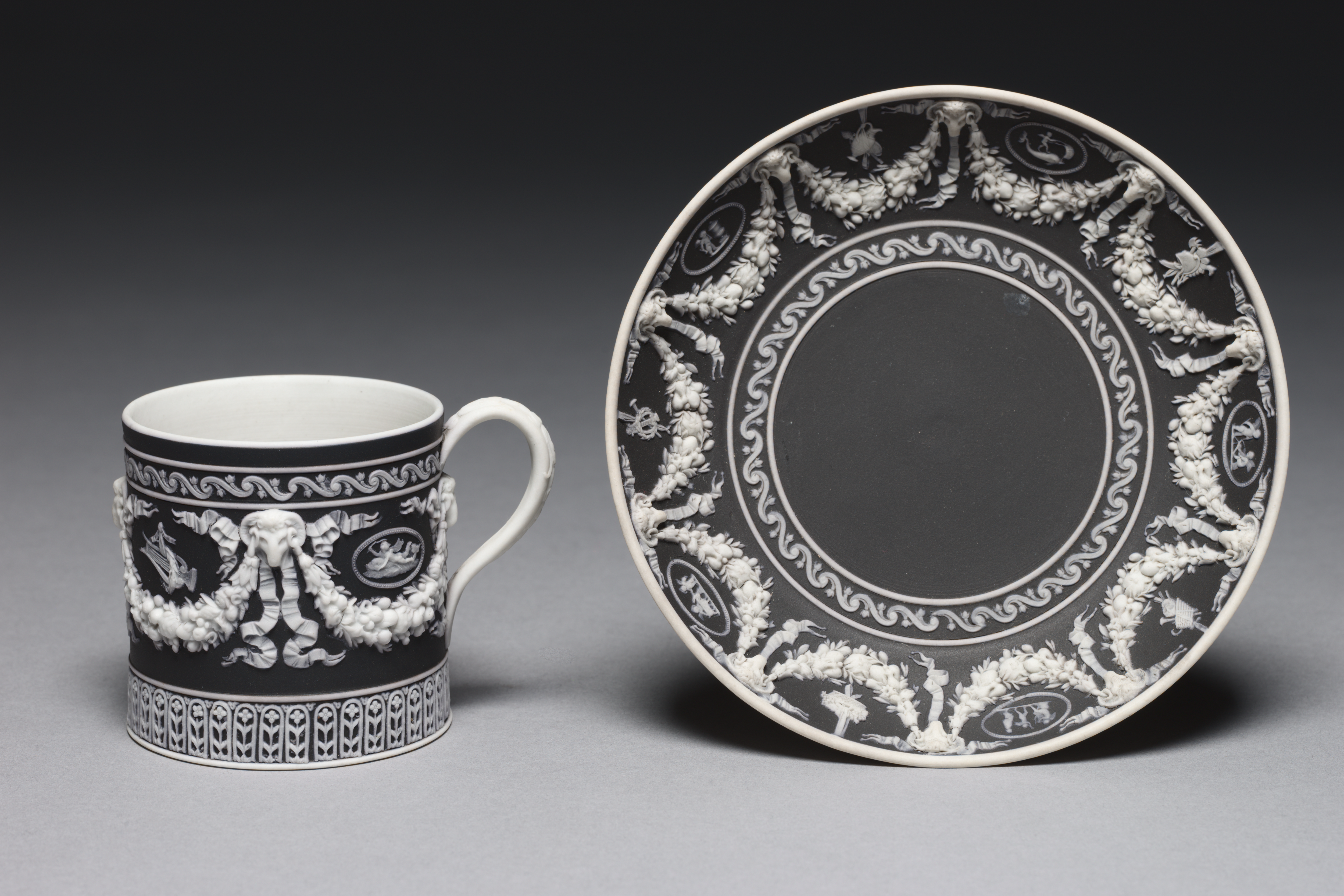
Cană de cafea cu farfurie; circa 1790; ceramică; diametru: 13,6 cm; produse de Fabrica din Wedgwood (Anglia); Muzeul de Artă din Cleveland
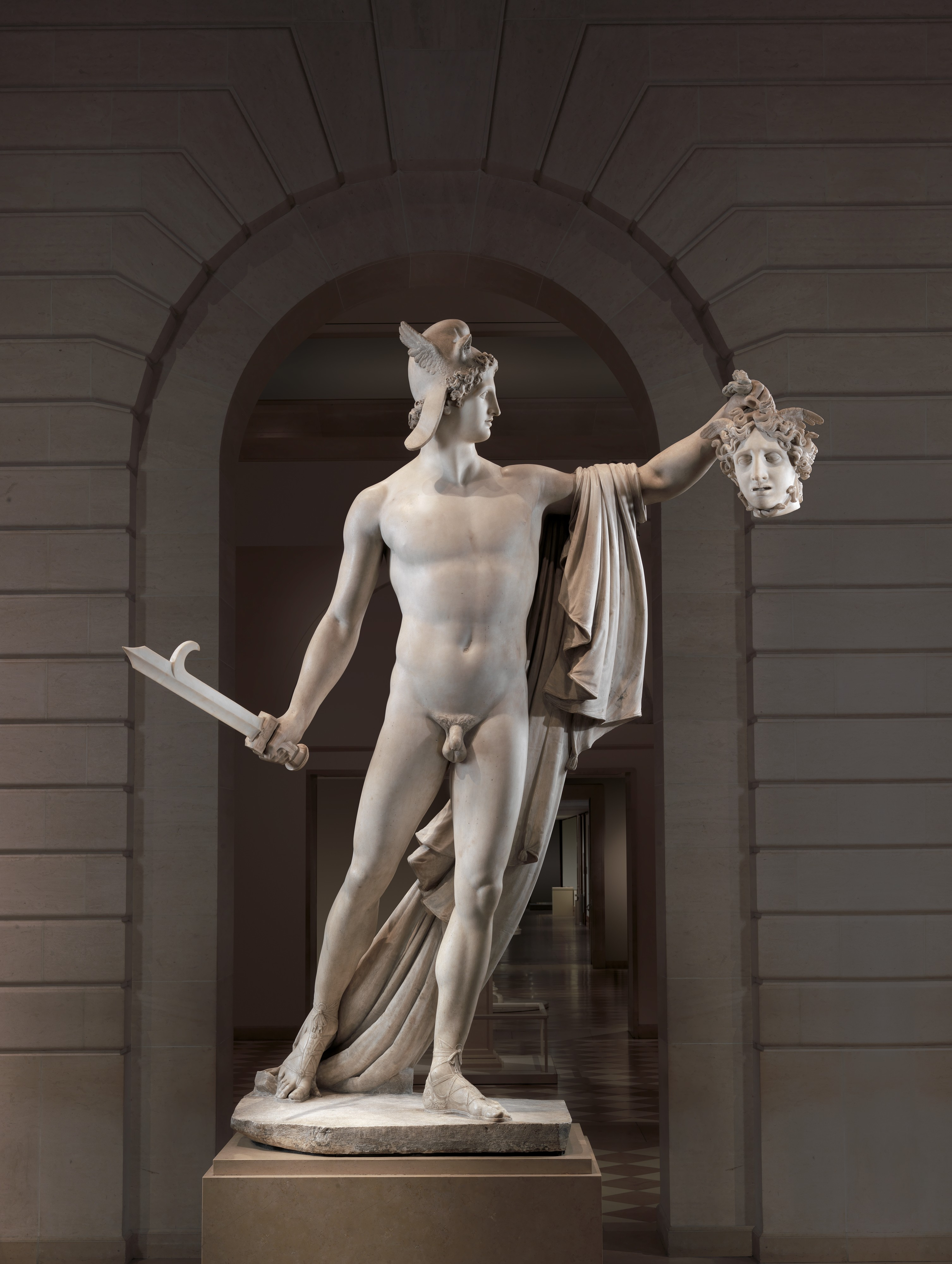
Perseu cu capul Medusei; de Antonio Canova; 1804–1806; marmură; înălțime: 242,6 cm, lățime: 191,8 cm, adâncime: 102,9 cm; Muzeul Metropolitan de Artă
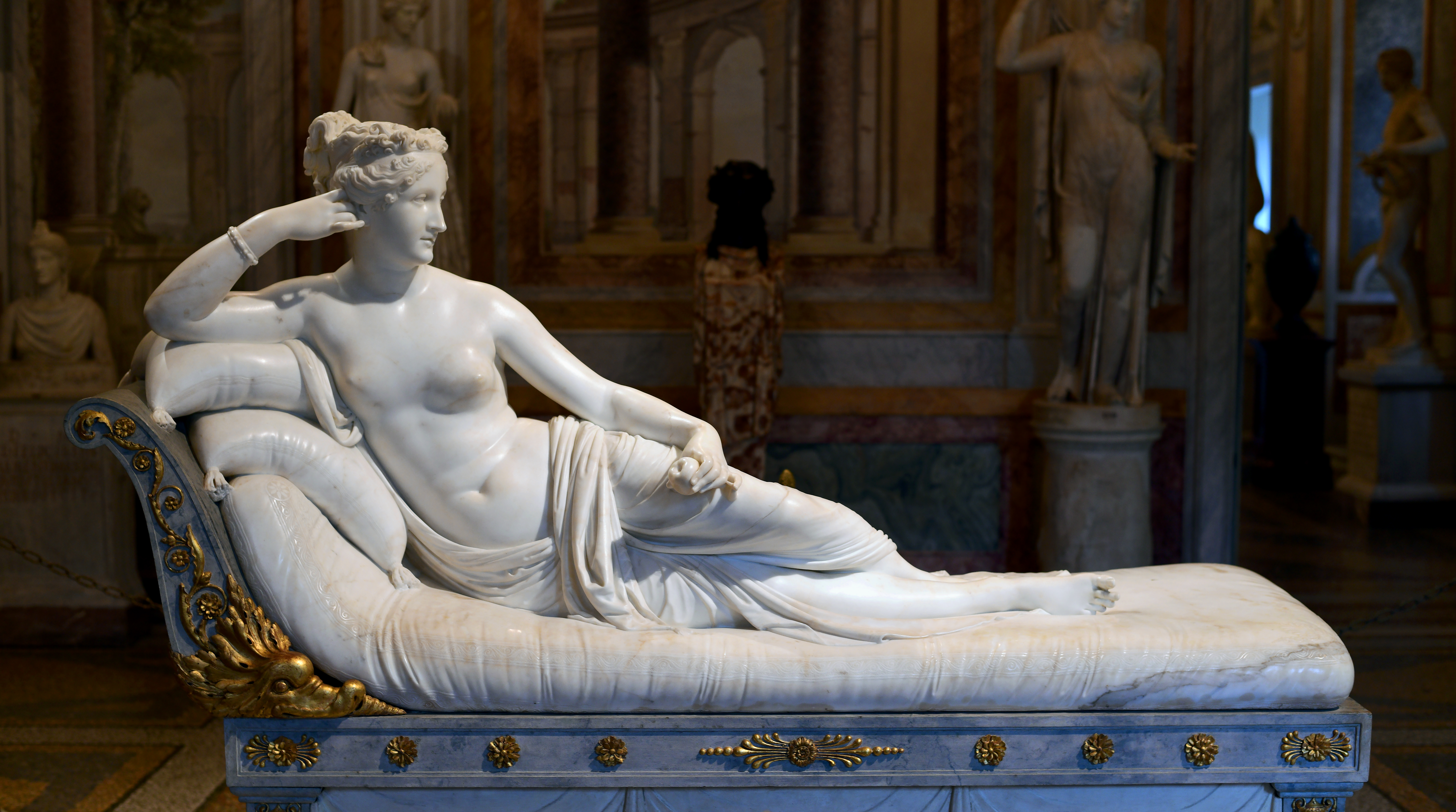
Venus Victrix; de Antonio Canova; 1805–1808; marmură; Galeria Borghese (Rome)
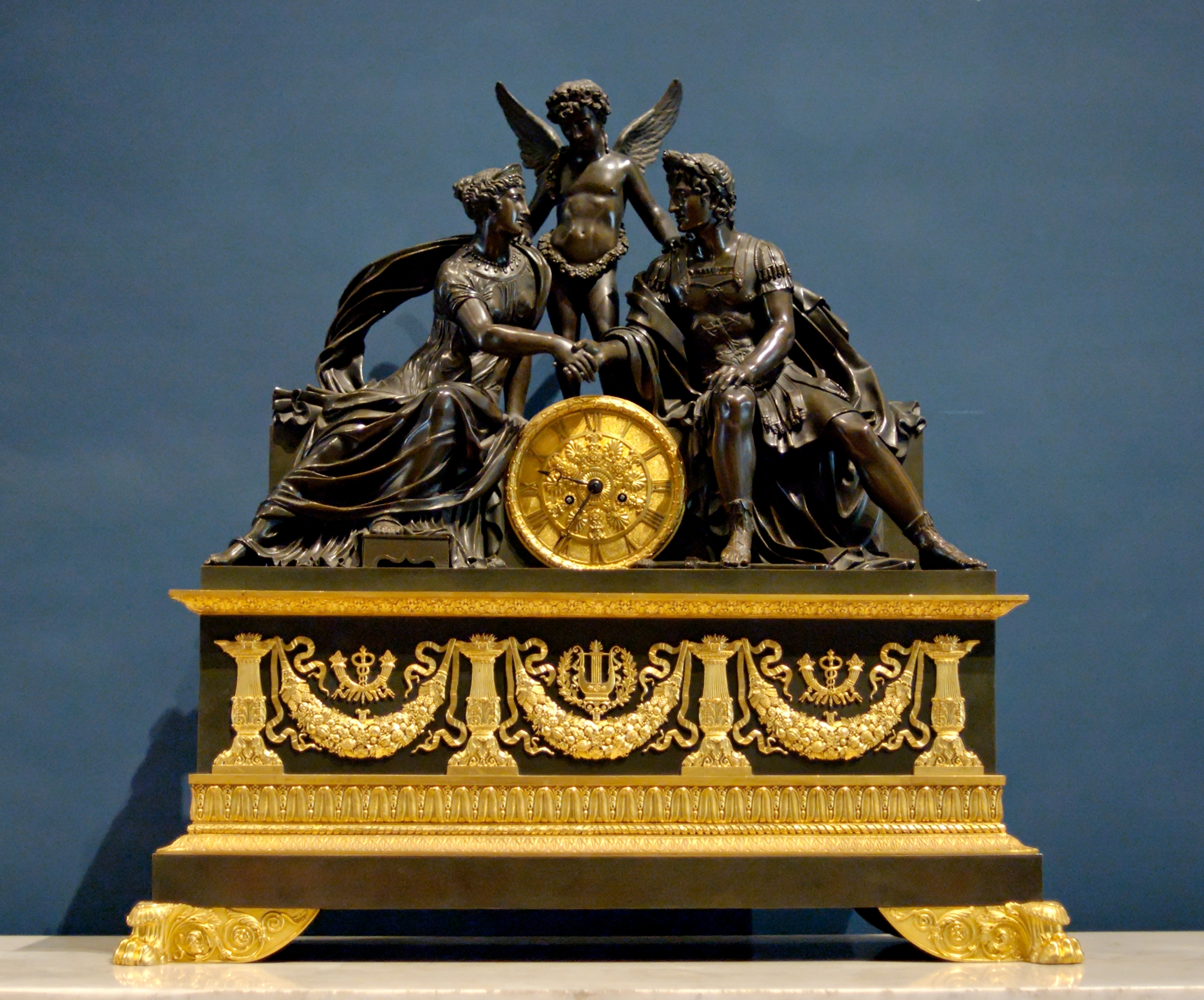
Ceas cu Marte și Venus; circa 1810; bronz aurit cu patină; înălțime: 90 cm; Luvru
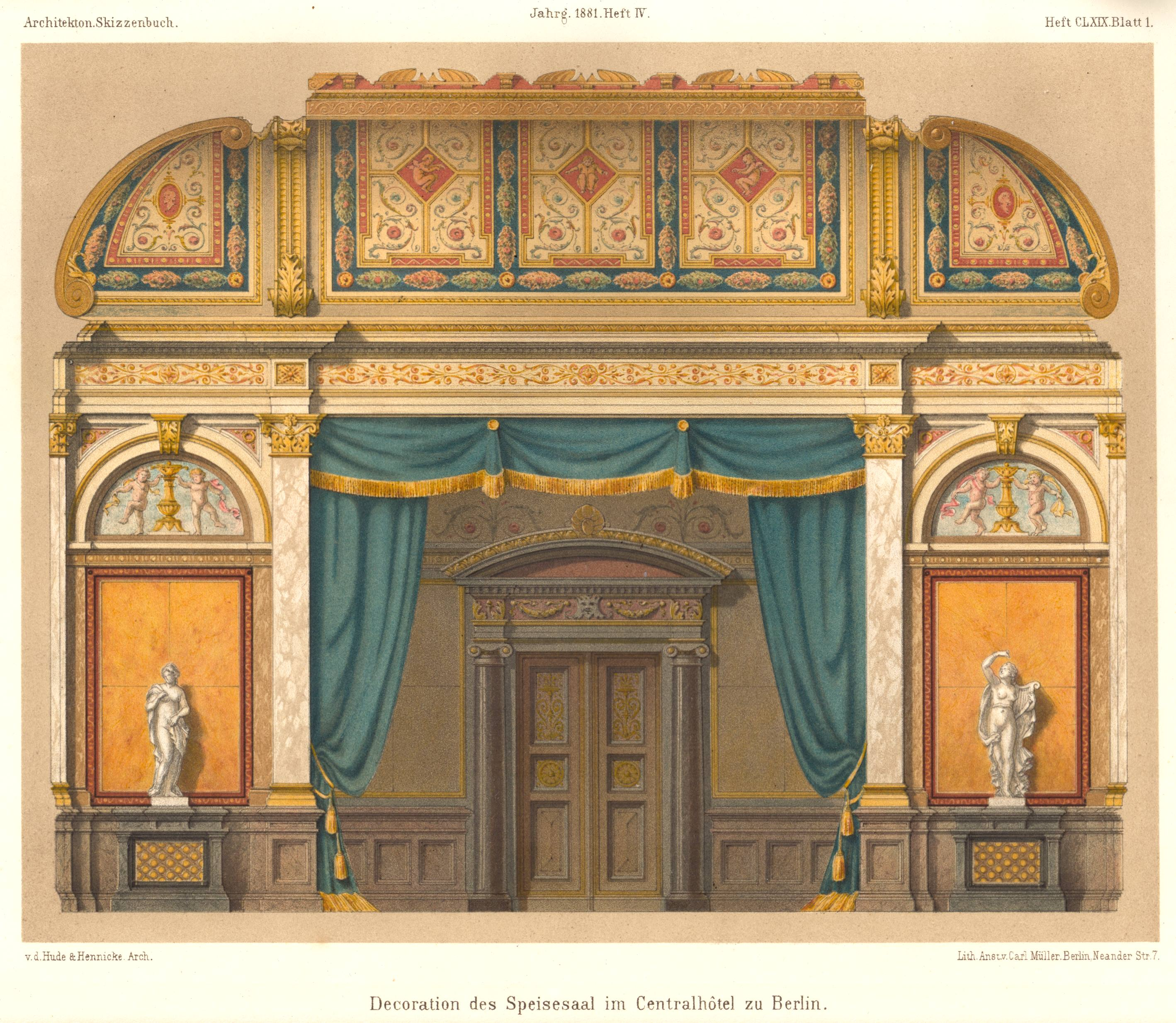
Sală de mese din Centralhotel (Berlin), proiectată în 1881 de von der Hude & Hennicke

## Arta vestică după 1770

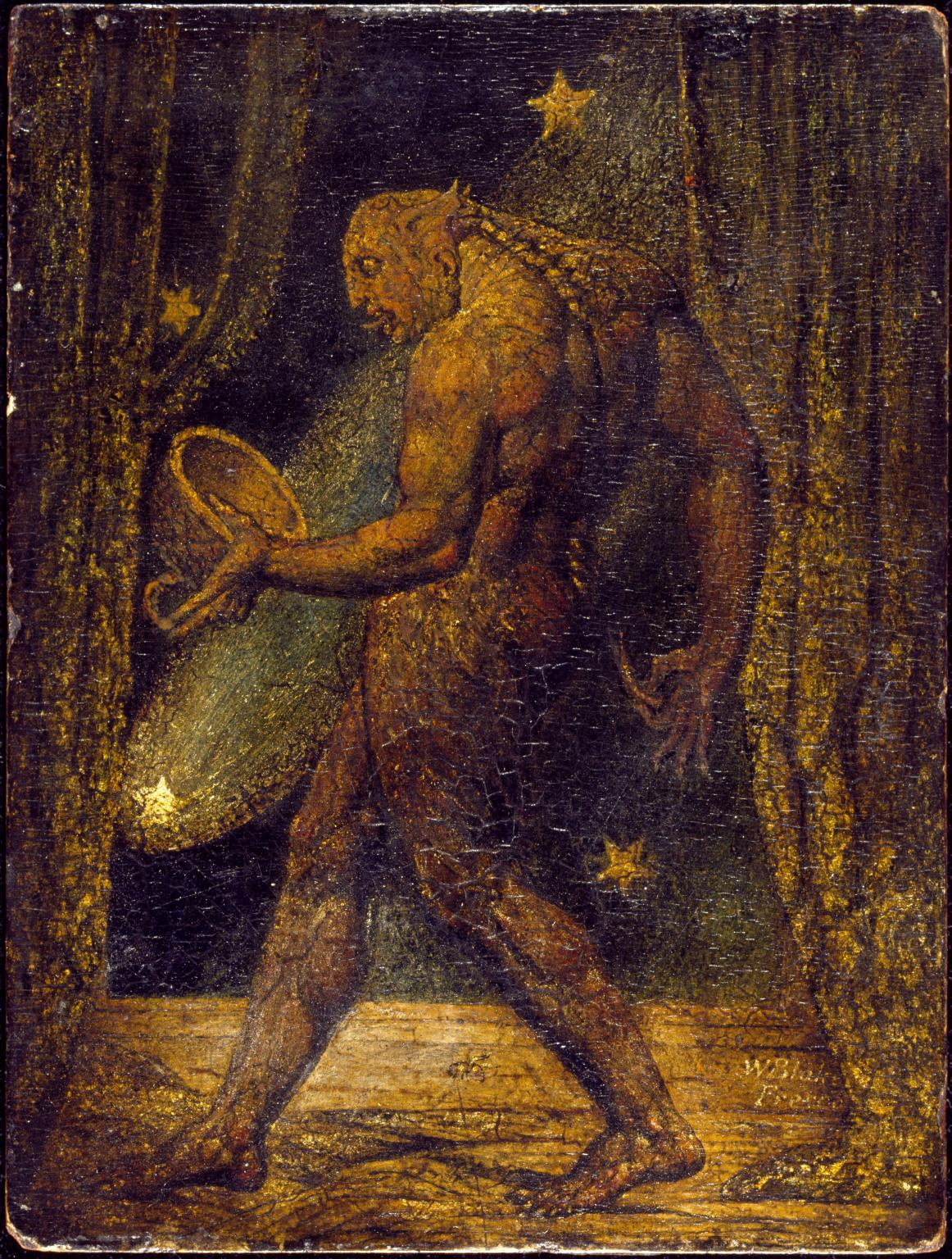
Fantoma Unui Purice; de William Blake; 1819; tempera cu aur pe panou; 21,4 × 16,2 cm; Tate Britain (Londra)

Mulți istorici de artă pun originea artei moderne la sfârșitul secolului al XVIII-lea, iar alții la mijlocul secolului al XIX-lea. Istoricul de artă H. Harvard Arnason a declarat că „o metamorfoză treptată a avut loc pe parcursul a o sută de ani”. Evenimente ca Epoca Luminilor, revoluții și democrații în America și Franța, și Revoluția industrială au avut efecte semnificative asupra culturii occidentale. Oamenii, mărfurile, ideile și informațiile pot să călătoreasă între țări și continente cu o viteză fără precedent, iar schimbările astea s-au reflectat și în domeniul artelor. Inventarea fotografiei în anii 1830 a modificat în continuare anumite aspecte ale artei, în special pictura. Până în zorii secolului al XIX-lea, o schimbare de paradigmă lungă și treptată a fost completă, de la gotic când artiștii erau priviți ca meșteri în slujba bisericii și monarhiilor, până la ideea de artă de dragul artei, unde ideile și viziunile artistului individual sunt ținute cu o atenție deosebită, cu un patronaj dintr-o populație din ce în ce mai alfabetizată, bogată și din clasele medii și superioare din oraș, care apăruse de 200 de ani (în special în Paris și Londra). O dihotomie începe la sfârșitul secolului al XVIII-lea între neoclasicism și romanticism care a subdivizat și a continuat să parcurgă practic toate noile mișcări ale artei moderne: „Răspândindu-se ca valurile, aceste „isme” sfidează granițele naționale, etnice sau cronologice; niciodată dominante nicăieri de mult timp, concurează sau se contopesc între ele în modele de schimbare la nesfârșit.”
Arta modernă s-a îndreptat constant către influențe și schimburi internaționale, de la curiozitatea exotică a orientalismului, influența mai profundă a japonismului, la artele Oceaniei, Africii și Americii. În schimb, arta modernă s-a extins tot mai mult dincolo de Europa de Vest. În Rusia și Statele Unite, artele se dezvoltau într-o măsură care rivaliza cu țările europene de frunte până la sfârșitul secolului al XIX-lea. Până în secolul al XX-lea, un artist important și influent apărea în întreaga lume: de exemplu Tsuguharu Foujita (Japonia), Arshile Gorky (Armenia), Diego Rivera și Frida Kahlo (Mexic), Wifredo Lam (Cuba), Edvard Munch (norvegian), Roberto Matta (Chile), Fernando Botero Angulo (Columbia), Constantin Brâncuși și Victor Brauner (România).

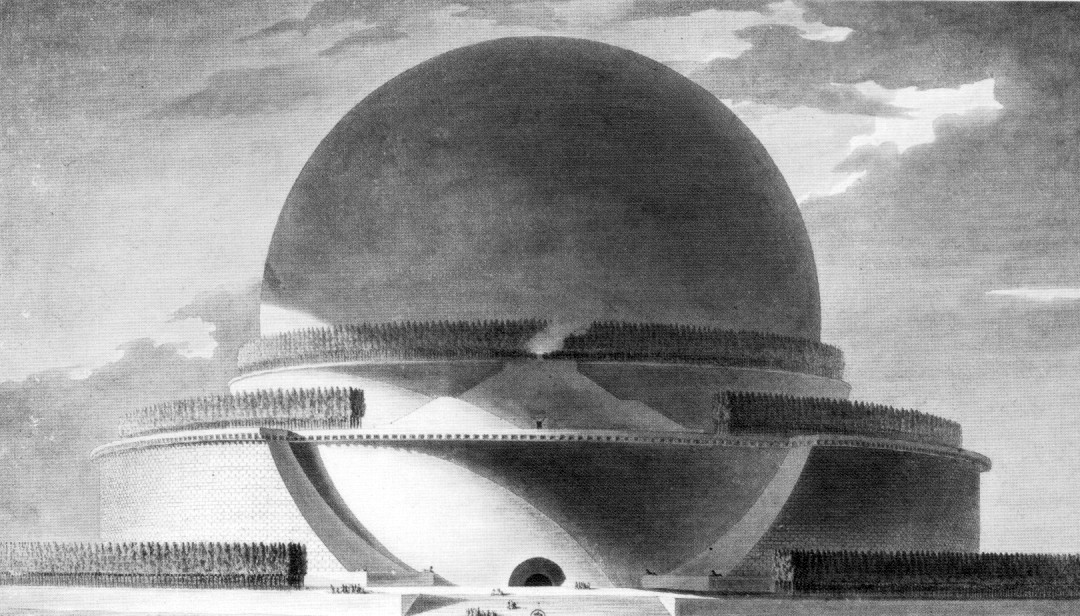
Cenotaful lui Newton, exterior noaptea; de Étienne-Louis Boullée; 1784; cerneală și laviu; 40,2 x 63,3 cm; Bibliothèque nationale de France (Paris)
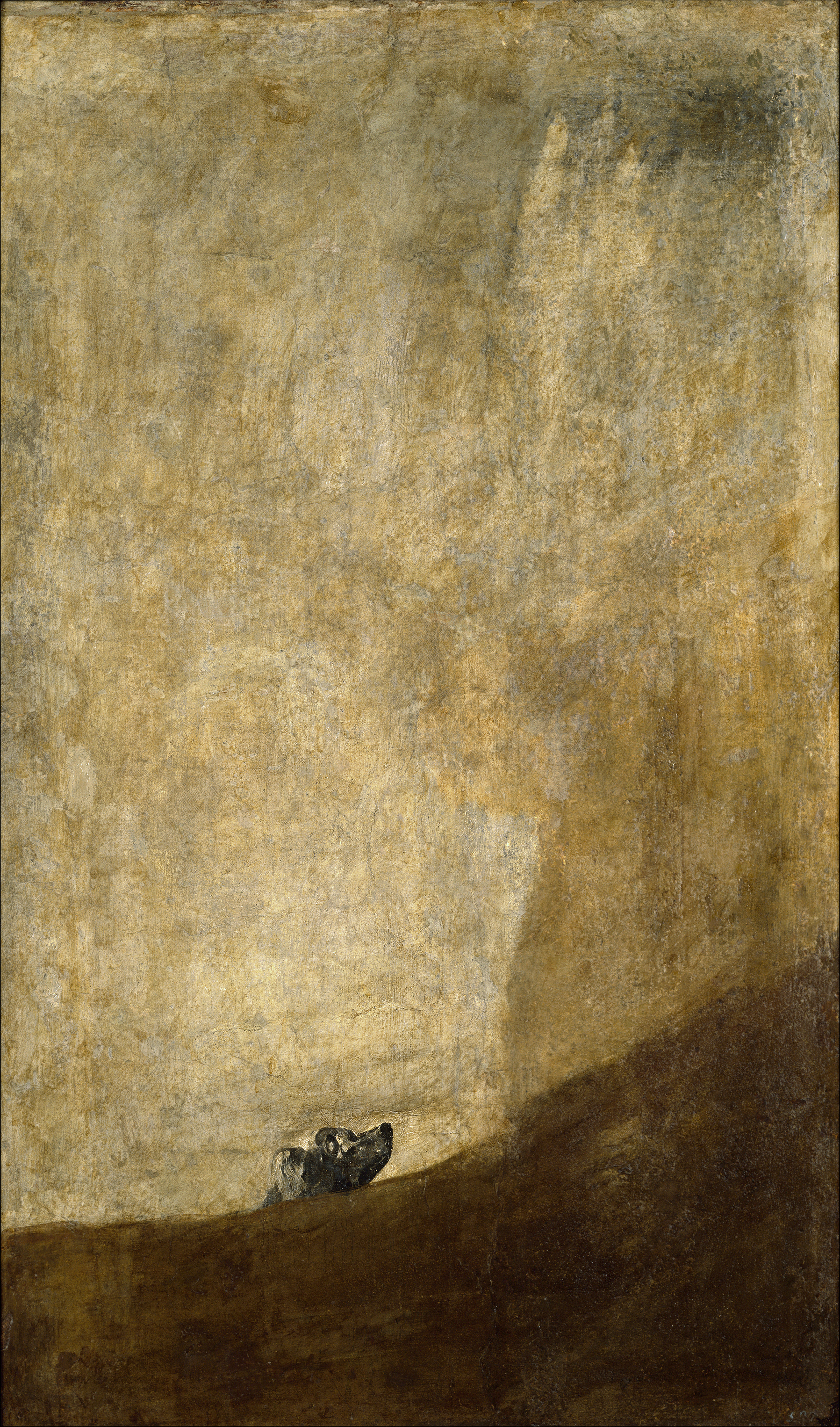
Câinele; de Francisco de Goya; circa 1819–1823; pictură murală de ulei pe ipsos, transferată pe canvas; 131,5 × 79,3 cm; Muzeul Prado (Madrid)
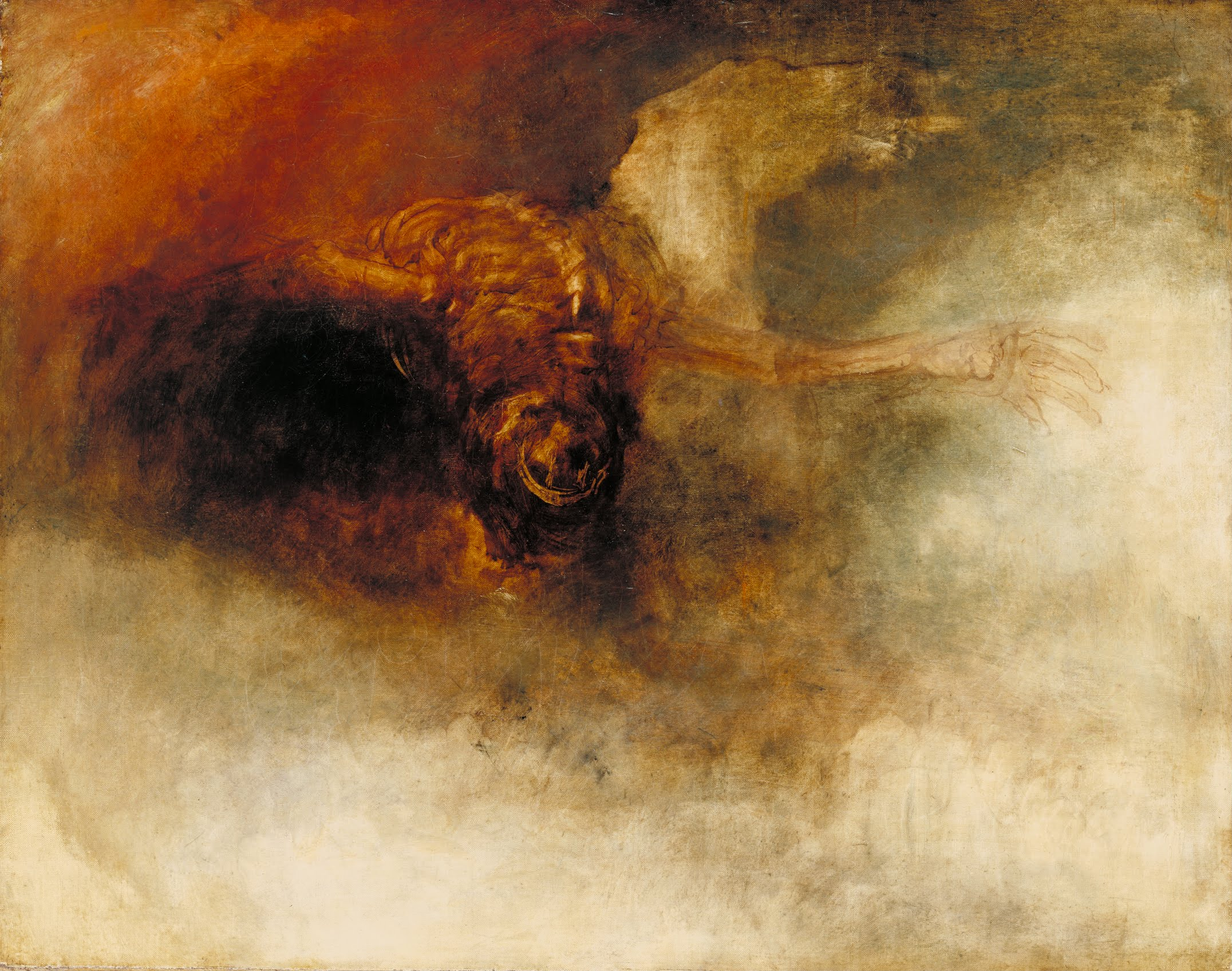
Moartea pe un Cal Pal; de J. M. W. Turner; circa 1830; ulei pe canvas; 60 × 76 cm; Tate Britain (Londra)
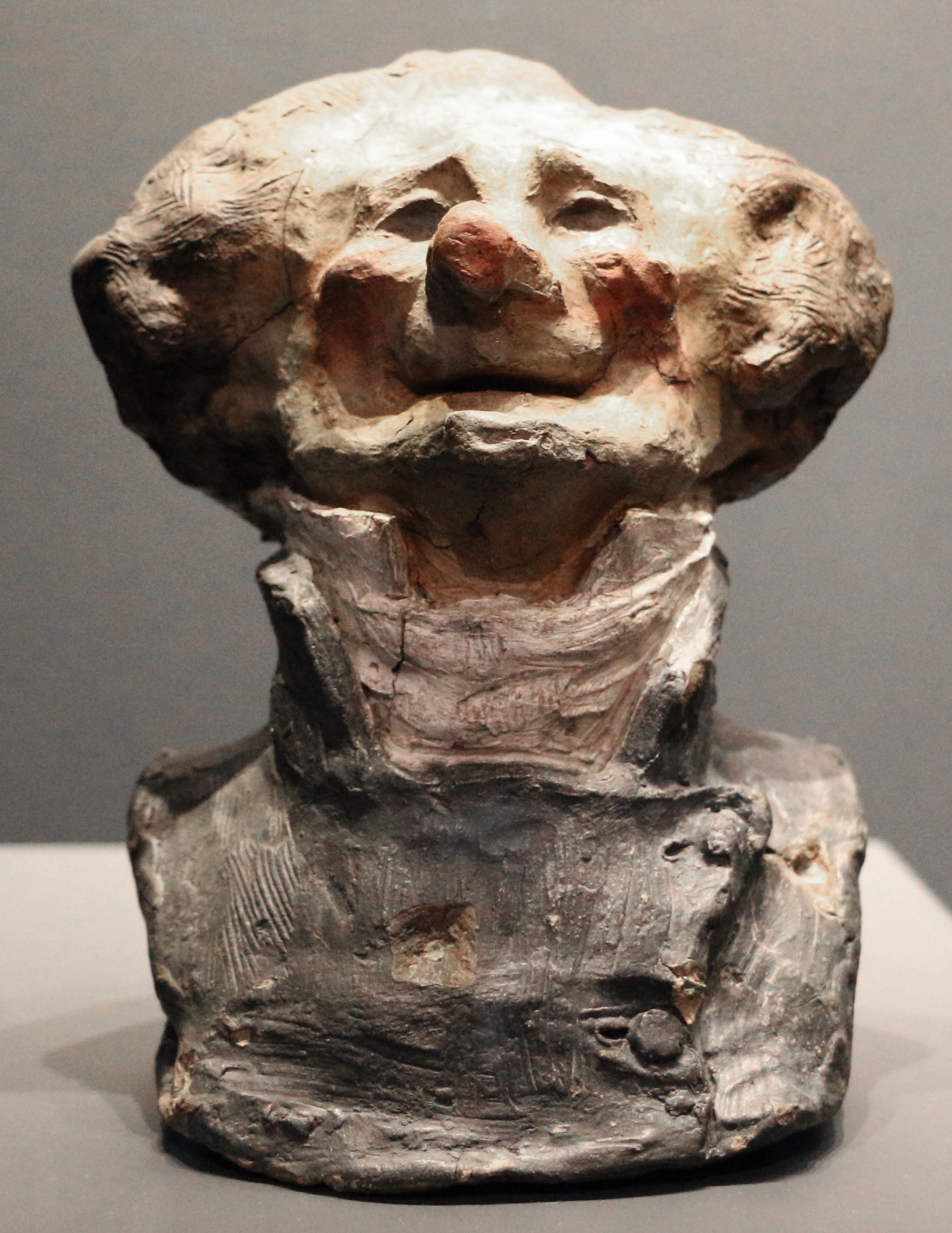
Om Știrb Râzând, Charles Philipon formează Célébrités du Juste milieu; de Honoré Daumier; 1832–1833; argilă pictată; înălțime: 6,12; Musée d'Orsay (Paris)
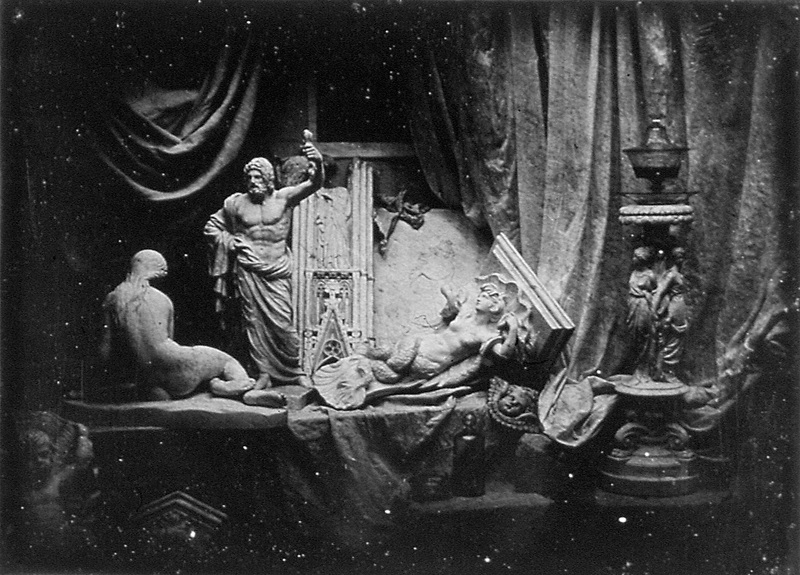
Natură moartă cu o statuie a lui Jupiter Tonans; de Louis Daguerre; circa 1839; daghereotipie

### Secolul XIX

#### Romantismul (circa 1770 – 1860)

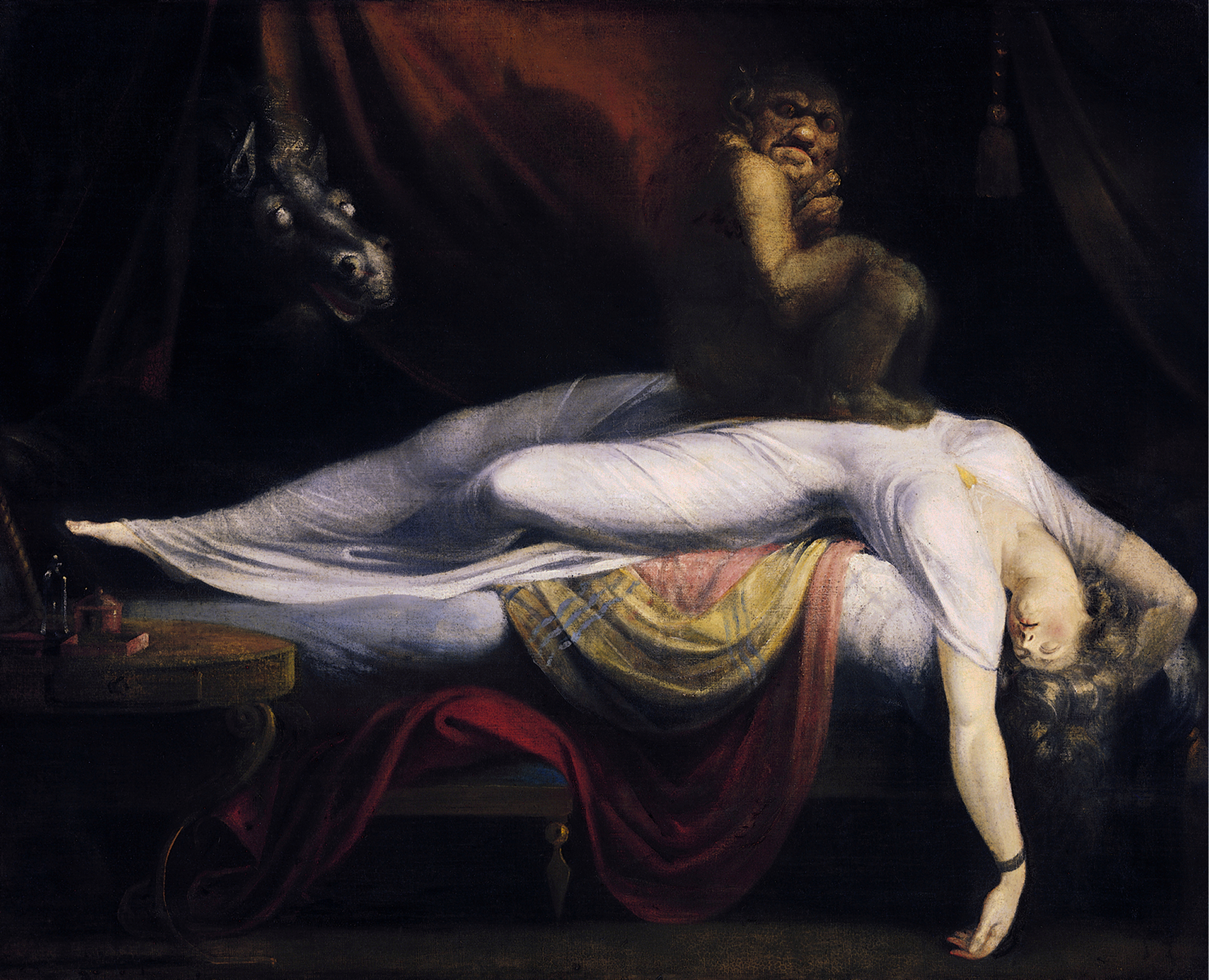
Coșmarul; de Henry Fuseli; 1781; ulei pe pânză; 101,6 x 127 cm; Institutul de Arte din Detroit (Detroit, SUA)

Romanticismul a apărut la sfârșitul secolului al XVIII-lea și a înflorit în prima jumătate a secolului al XIX-lea, cu manifestări semnificative și internaționale în muzică, literatură, poezie și arhitectură, precum și în artele vizuale. Una dintre cele mai vechi expresii ale romantismului a fost în peisajului de grădină englez, conceput cu grijă astfel încât să pară natural și în contrast dramatic cu grădinile formale ale vremii. Conceptul de „grădină” naturală engleză a fost adoptat în întreaga Europă și în America în deceniile următoare. În arhitectură, romanticii au apelat frecvent la surse alternative, altele decât exemplele grecești și romane, admirate de neoclasiciști. Arhitectura romantică a reînviat adesea formele gotice și alte stiluri, cum ar fi modelele exotice din est. Palatul Westminster (Casa Parlamentului) din Londra e un exemplu de arhitectură romantică, care mai este denumită și neogotică. În pictură romantismul este exemplificat de picturile lui Francisco de Goya în Spania, Eugène Delacroix și Théodore Géricault în Franța, William Blake, Henry Fuseli, Samuel Palmer și William Turner în Anglia, Caspar David Friedrich și Philipp Otto Runge în Germania, Francesco Hayez în Italia, Johan Christian Dahl în Norvegia și Thomas Cole în America.  Exemple de sculptori ai perioadei romantice includ Antoine-Louis Barye, Jean-Baptiste Carpeaux, Auguste Préault și Francois Rude. Pe măsură ce romantismul își desfășura cursul, unele aspecte ale mișcării au evoluat spre simbolism.
„Neoclasicismul este o nouă renaștere a antichității clasice..... în timp ce romantismul se referă nu la un stil specific, ci la o atitudine a minții care poate să se dezvăluie în orice fel de moduri.”  Romanticismul încearcă adesea să se adreseze privitorului prin inimă și psihic, evocând pasiuni și emoții, reflectând adesea relația umană și locul în natură în revoluția industrială; în contrast cu simetria, raționalul, „cultul rațiunii” al neoclasicismului.

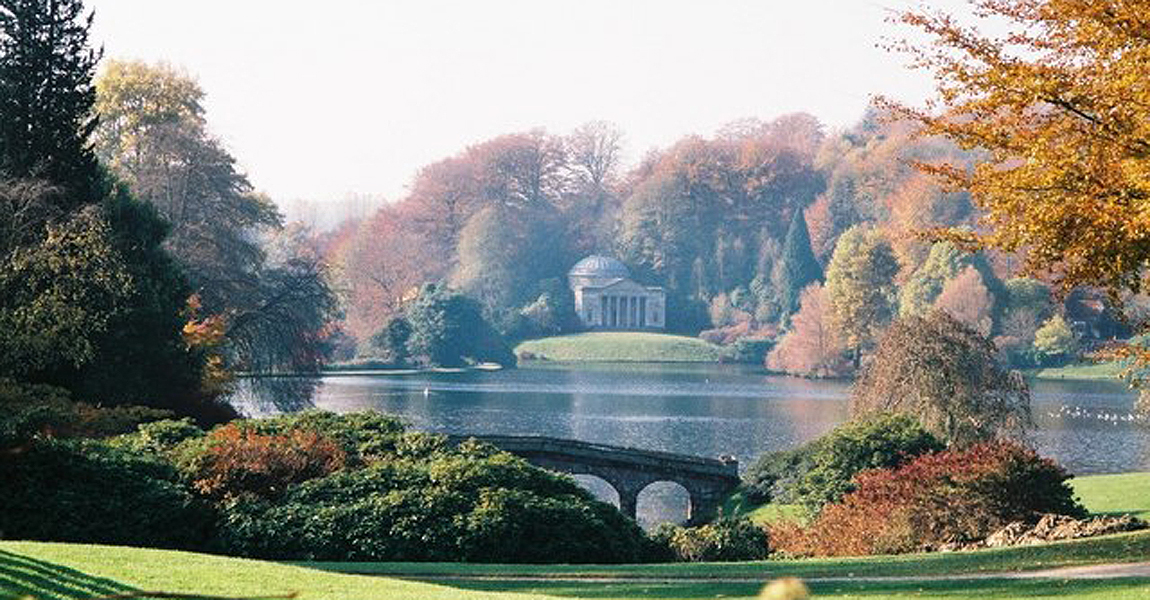
Peisaj de grădină englez la Stourhead (Anglia), proiectat în circa 1744-1765, pozat în 1993, Henry Flitcroft fiind designerul, iar Henry Hoare proprietarul
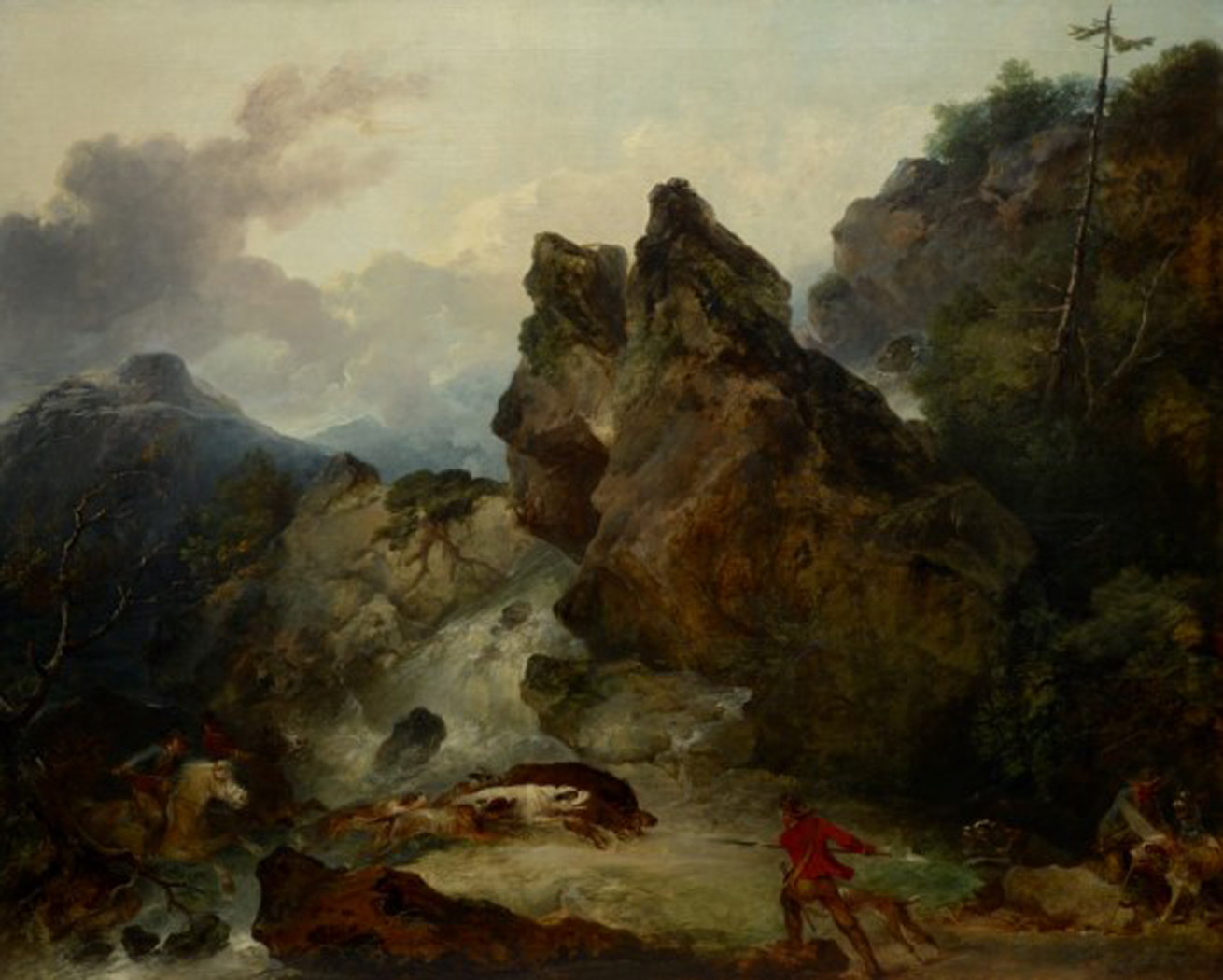
Peisaj cu Vânătoare de Mistreți; de Philippe Jacques de Loutherbourg; circa 1780; ulei pe pânză; 144,1 × 155,6 cm; Muzeul de Arte Frumoase din Houston (SUA)
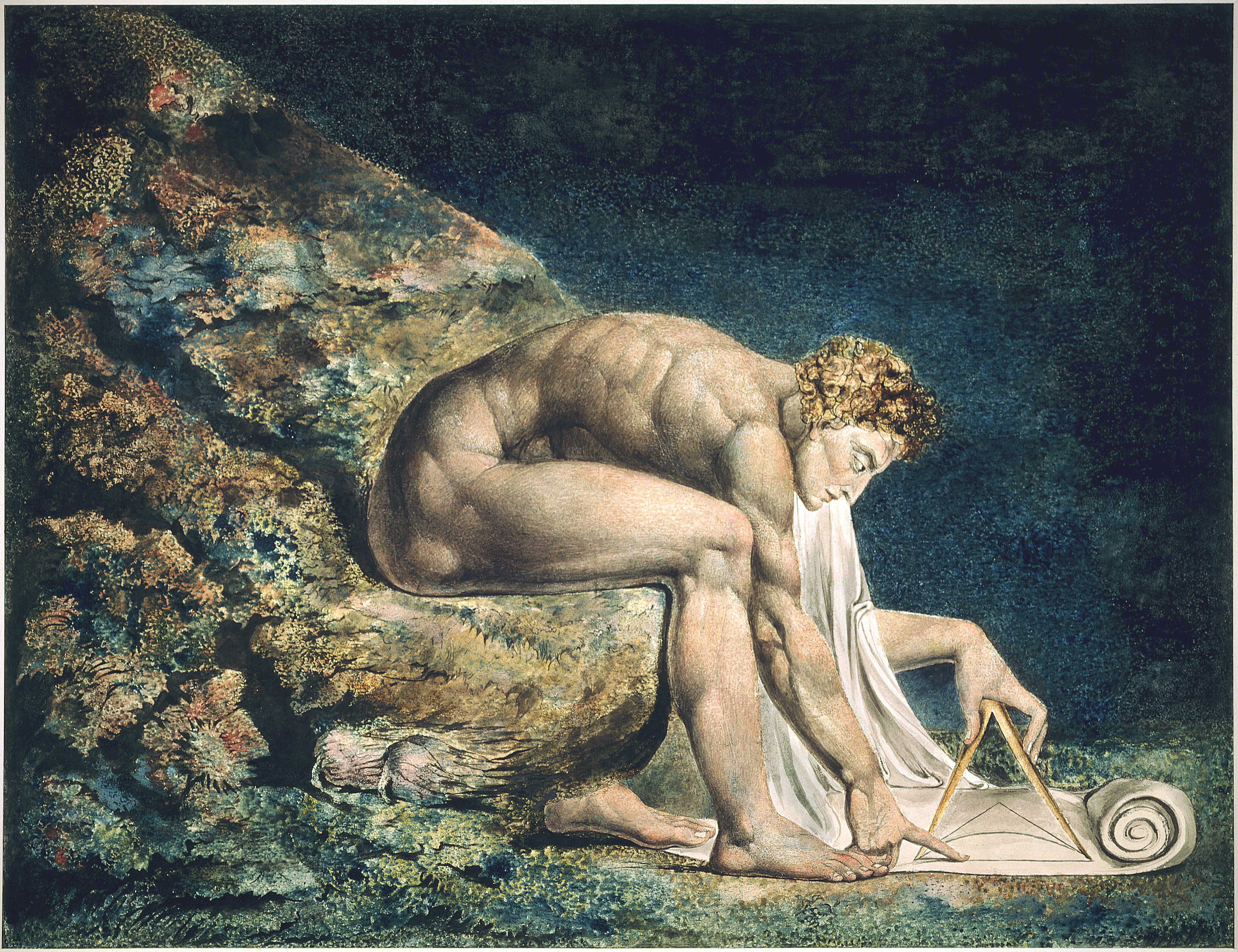
Newton; de William Blake; 1795; imprimare color, stilou și cerneală, acuarelă; 46 x 60 cm; Tate Britain (Londra)
Ministrul Patinând; de Henry Raeburn; anii 1790; ulei pe pânză; 76,2 x 63,5 cm; Galeria Națională a Scoției (Edinburgh)
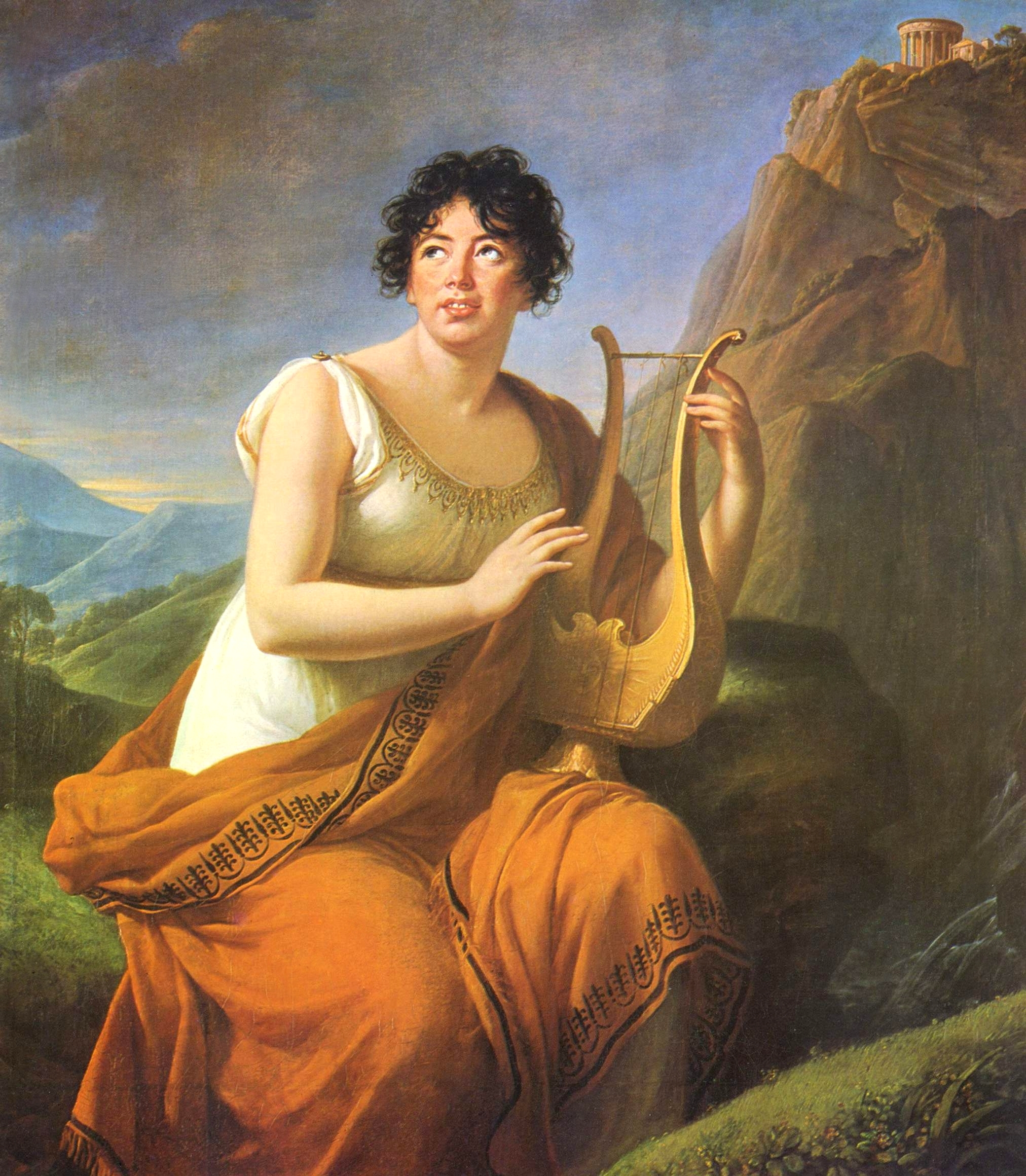
Madame de Staël ca fecioară la at Capul Miseno; de Elizabeth Vigée-Lebrun; 1807–1809; ulei pe pânză; 140 cm x 118 cm; Muzeul de Artă și Sitorie din Geneva (Elveția)
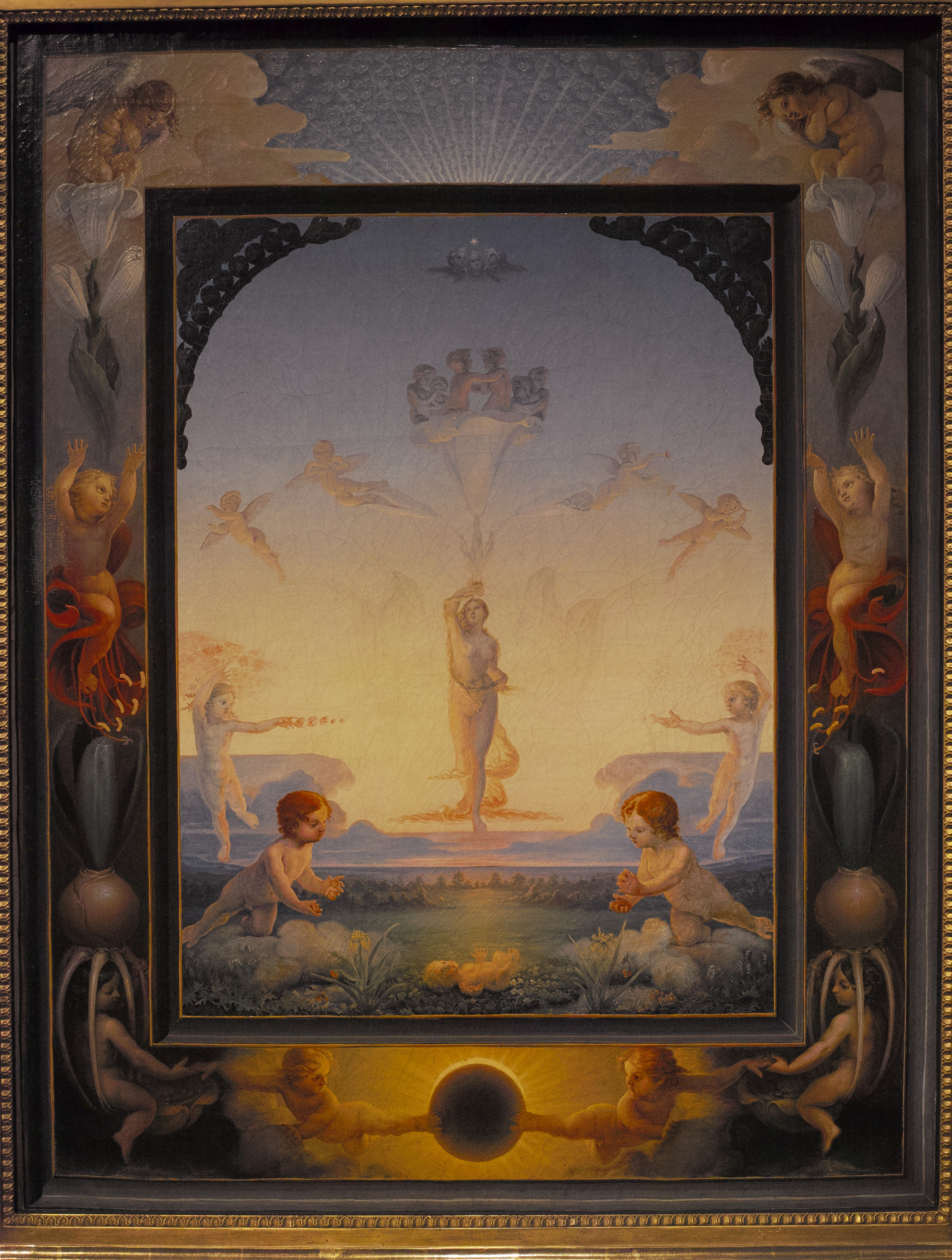
Dimineața; de Philipp Otto Runge; 1808; ulei pe pânză; 106 × 81 cm; Kunsthalle Hamburg (Hamburg, Germania)
Trei Mai; de Francisco de Goya; 1814; ulei pe pânză 2,6 x 3,4 m; Muzeul Prado
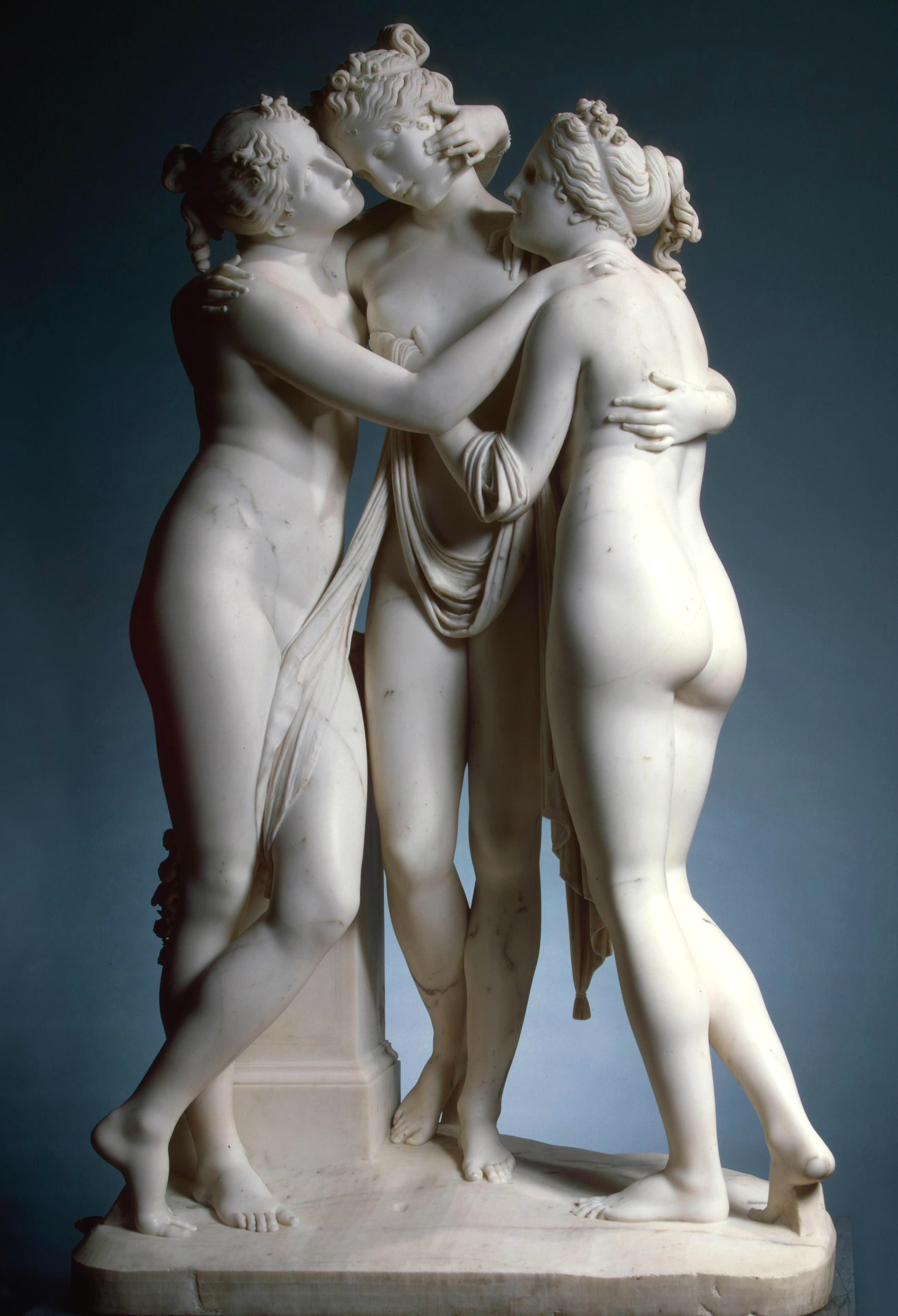
Le tre Grazie (Cele Trei Grații); de Antonio Canova; 1815-1817; marmură; 173 × 97,2 × 57 cm; Muzeul Victoria și Albert (Londra)
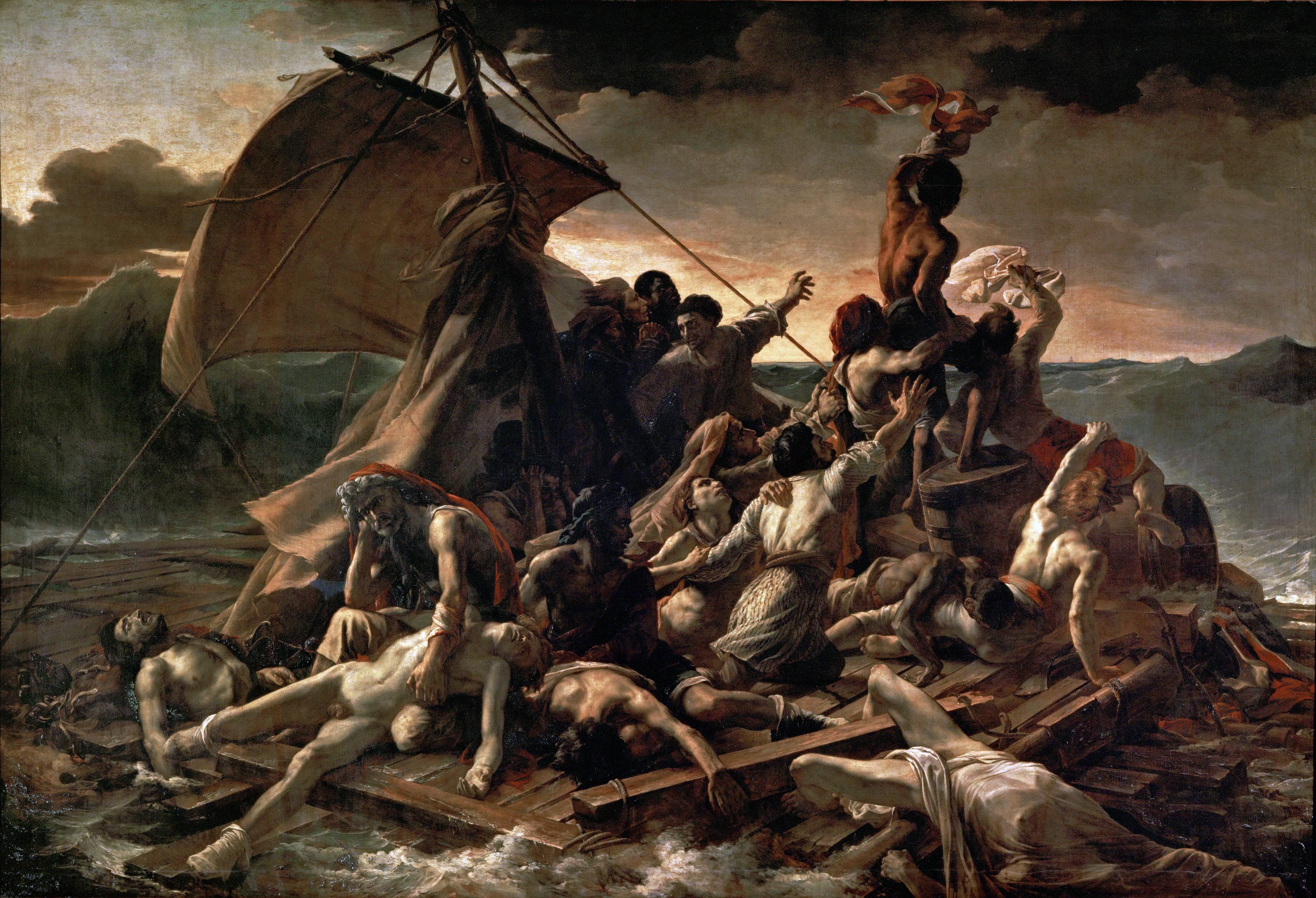
Pluta Medusei; de Théodore Géricault; 1818–1819; ulei pe canvas; oil on canvas; 491 x 716 cm; Luvru
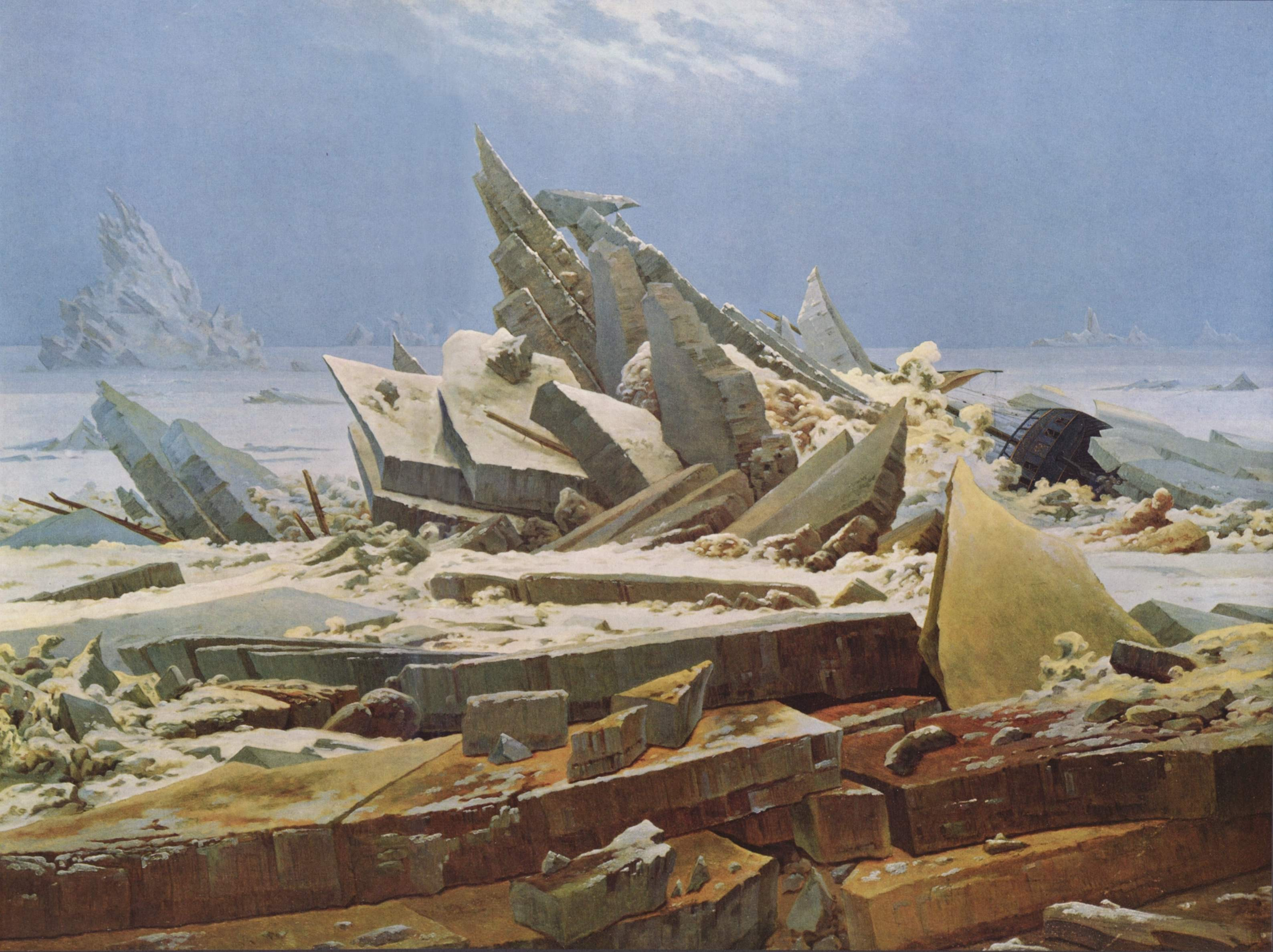
Epava Speranței; de Caspar David Friedrich; 1823–1824; ulei pe pânză; 97 x 127 cm; Kunsthalle Hamburg
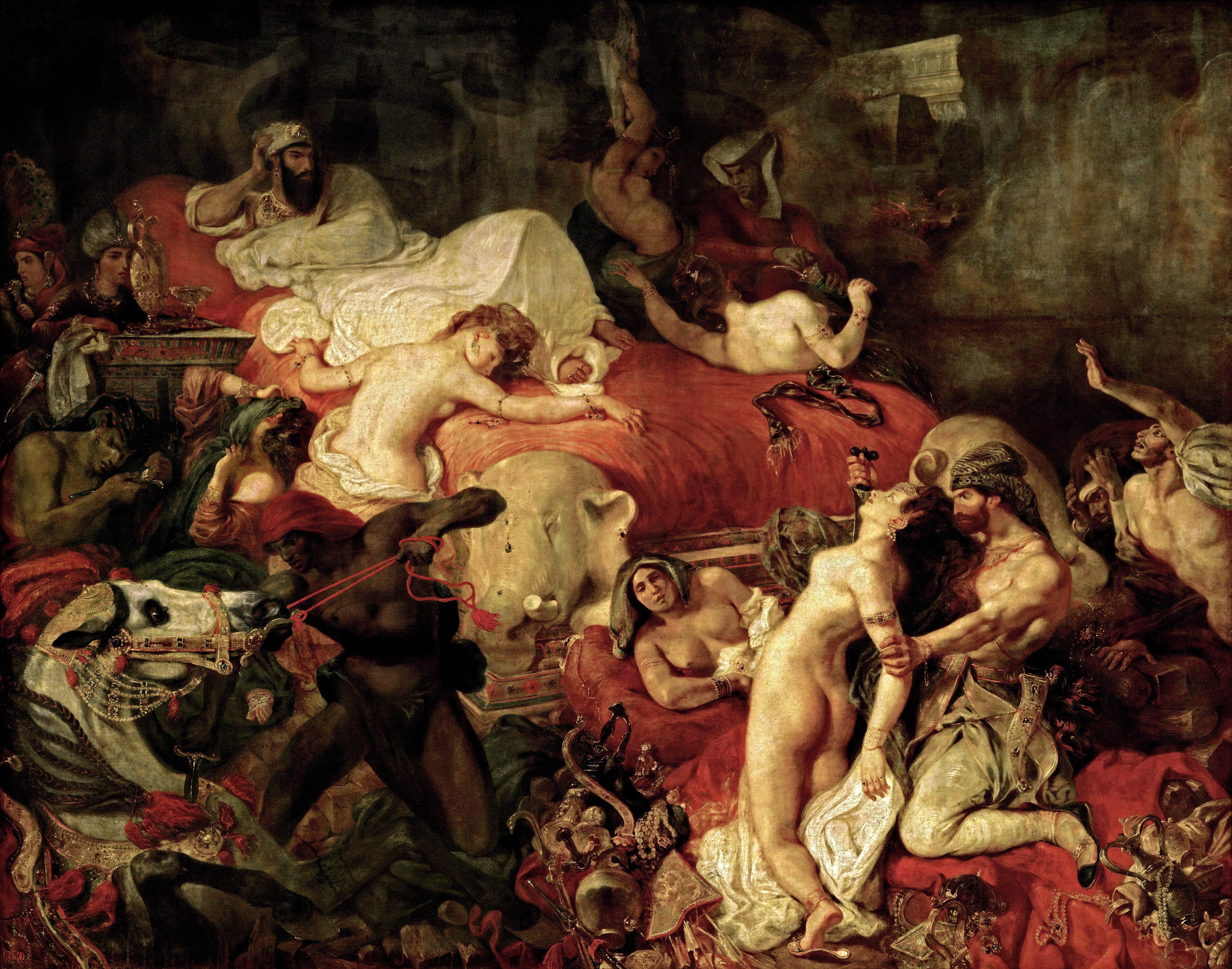
Moartea lui Sardanapal; de Eugène Delacroix; 1827; ulei pe pânză; 3,9 x 14,9 m; Luvru
Valea lui Dedham; de John Constable; 1828; ulei pe pânză; 145 cm x 122 cm; Galeria Națională a Scoției
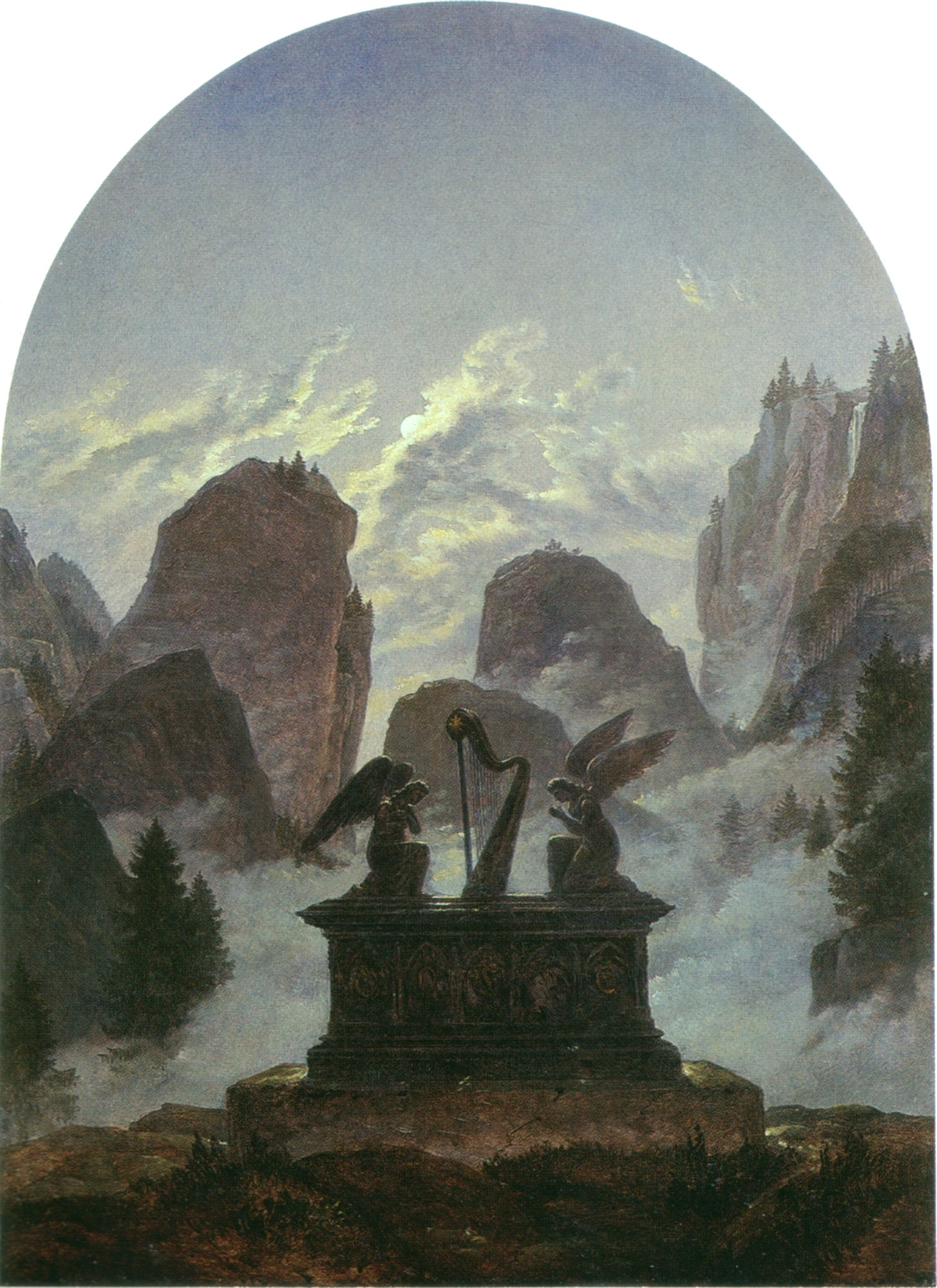
Monumentul Goethe; de Carl Gustav Carus; 1832; ulei pe pânză; 71 x 52,2 cm; Kunsthalle Hamburg
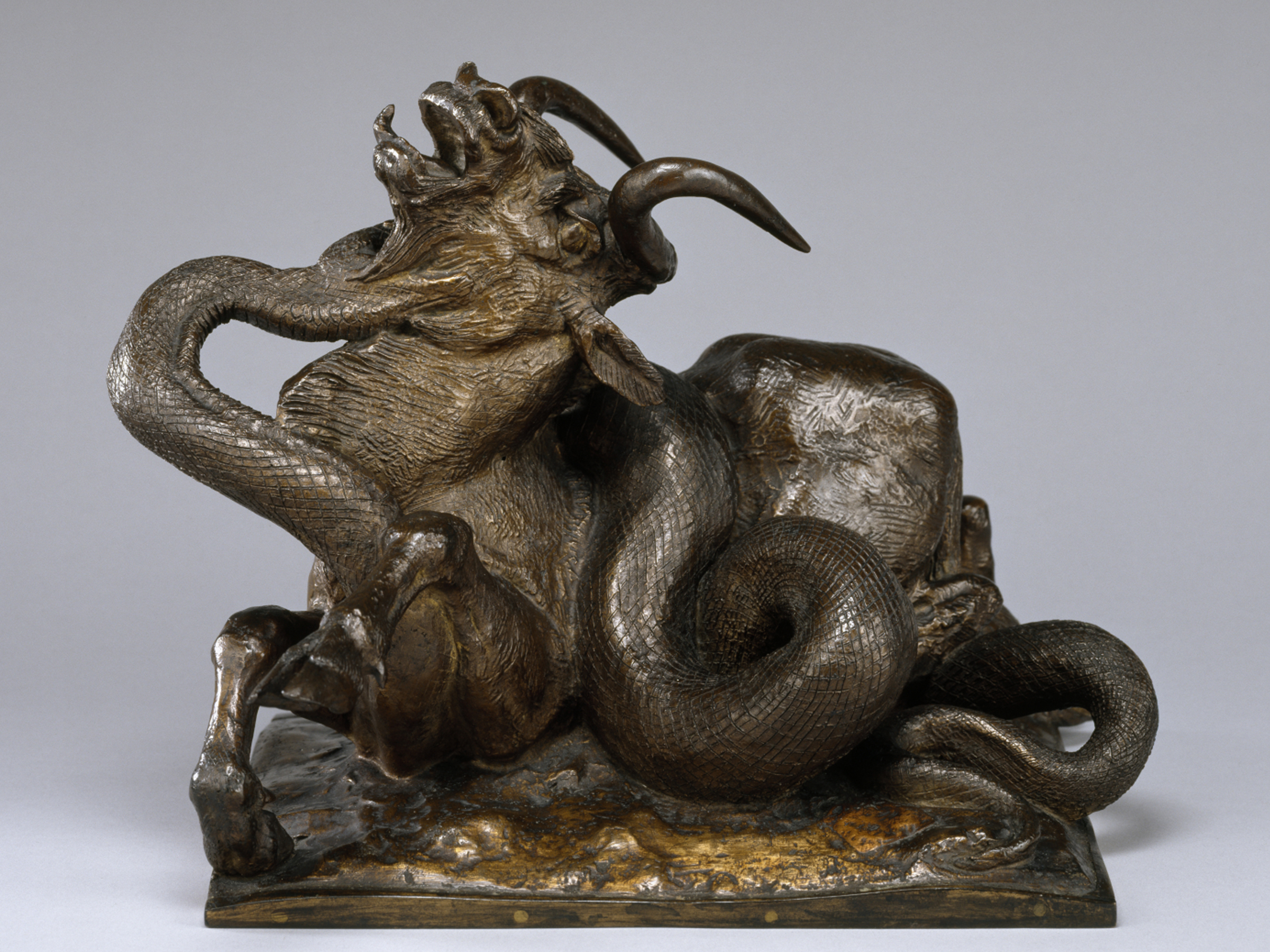
Piton Omorând un Gnu; de Antoine-Louis Barye; 1834–1839; bronz; 21,6 × 29,2 × 24,1 cm; Muzeul de Artă Walters (Baltimore, SUA)
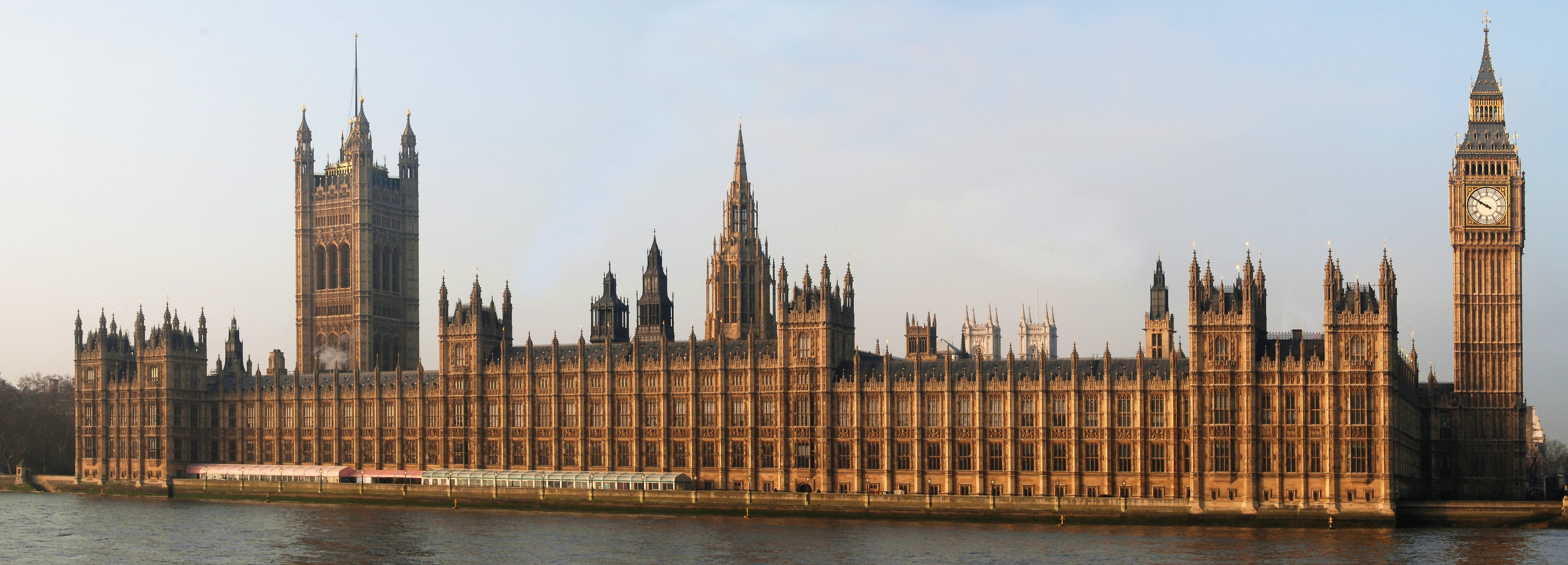
Casa Parlamentului; de Charles Barry și Augustus Pugin; începută în 1836; Londra
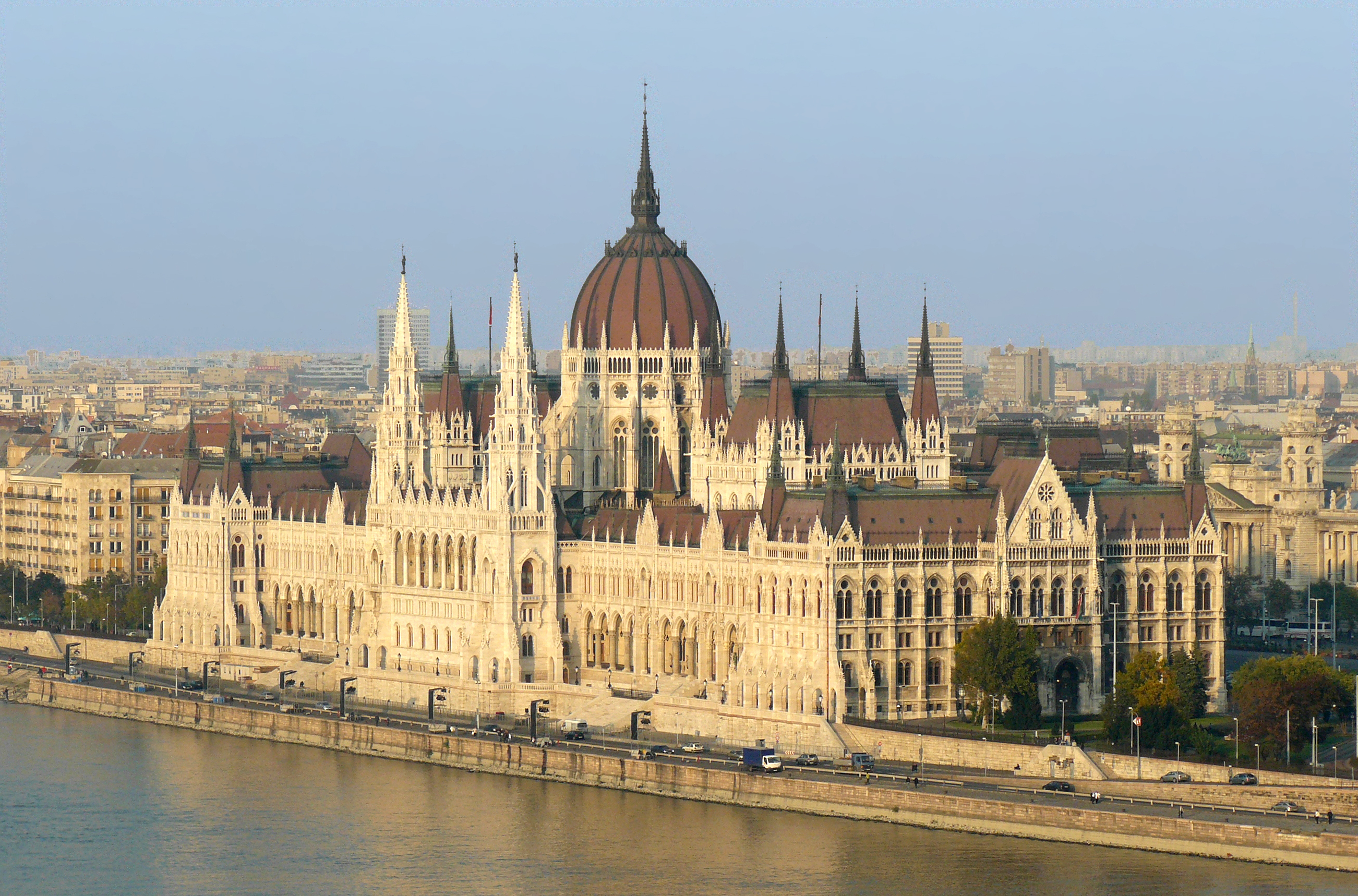
Parlamentul din Budapesta; de Imre Steindl; neogotic; început în 1885; Budapesta (Ungaria)

#### Realismul (circa 1840 – 1880)

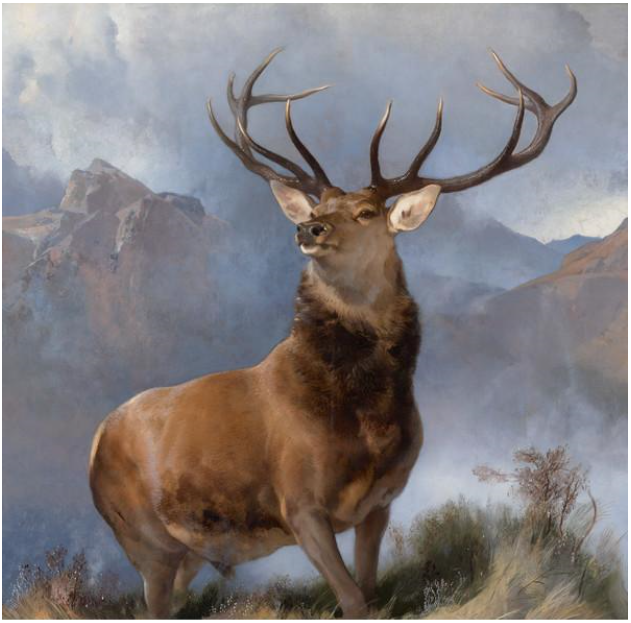
Monarhul Văii; de Edwin Henry Landseer; 1851; ulei pe pânză; 163,8 x 168,9 cm; Galeria Națională a Scoției (Edinburgh)

Realismul a apărut la mijlocul secolului al XIX-lea, în jurul anului 1840, și a avut omologi în sculptură, literatură și dramă, adesea denumit naturalism în literatură. În pictura din secolul al XIX-lea, termenul „realism” se referă mai mult la subiectul descris decât la stil sau tehnică. Picturile realiste reprezintă, de obicei, locuri obișnuite și oameni cu activități cotidiene, spre deosebire de peisajele grandioase, idealizate, cu zei mitologici, subiecte biblice și figuri istorice, care au dominat deseori pictura în cultura occidentală. Courbet a spus „Nu pot să pictez un înger pentru că nu am văzut niciodată unul”. Realismul a fost, de asemenea, în parte o reacție la opera adesea dramatică, exotică și încărcată emoțional din romantism. Termenul de realism este aplicat în raport cu reprezentările idealizate ale neoclasicismului și cele romantice ale romantismului. Artiști ca Jean-Baptiste-Camille Corot și Honoré Daumier au avut asocieri libere cu realismul, la fel ca membrii Școlii de la Barbizon, în special Jean-François Millet, dar probabil Gustave Courbet a fost figura centrală a mișcării, identificându-se ca un realist, care susține realismul și influențează artiștii mai tineri ca Édouard Manet.  Un aspect semnificativ al realismului a fost practicarea pictării peisajelor în aer liber și influența sa ulterioară asupra impresionismului. Dincolo de Franța, realismul este exemplificat de artiști ca Wilhelm Leibl în Germania, Ford Madox Brown în Anglia și Winslow Homer în Statele Unite. Istoricul de artă H. Harvard Arnason a scris: „Secvența cronologică a neoclasicismului, a romantismului și a realismului este, desigur, doar o stratificare convenabilă a mișcărilor sau a tendințelor atât de indisolubil legate între ele și cu mișcările precedente, încât e imposibil de spus unde unul s-a sfârșit și a început altul”, și asta devine și mai pertinent și mai complex, întrucât urmează toate mișcările și „ismele” spre sfârșitul secolului al XIX-lea și începutul secolului al XX-lea.

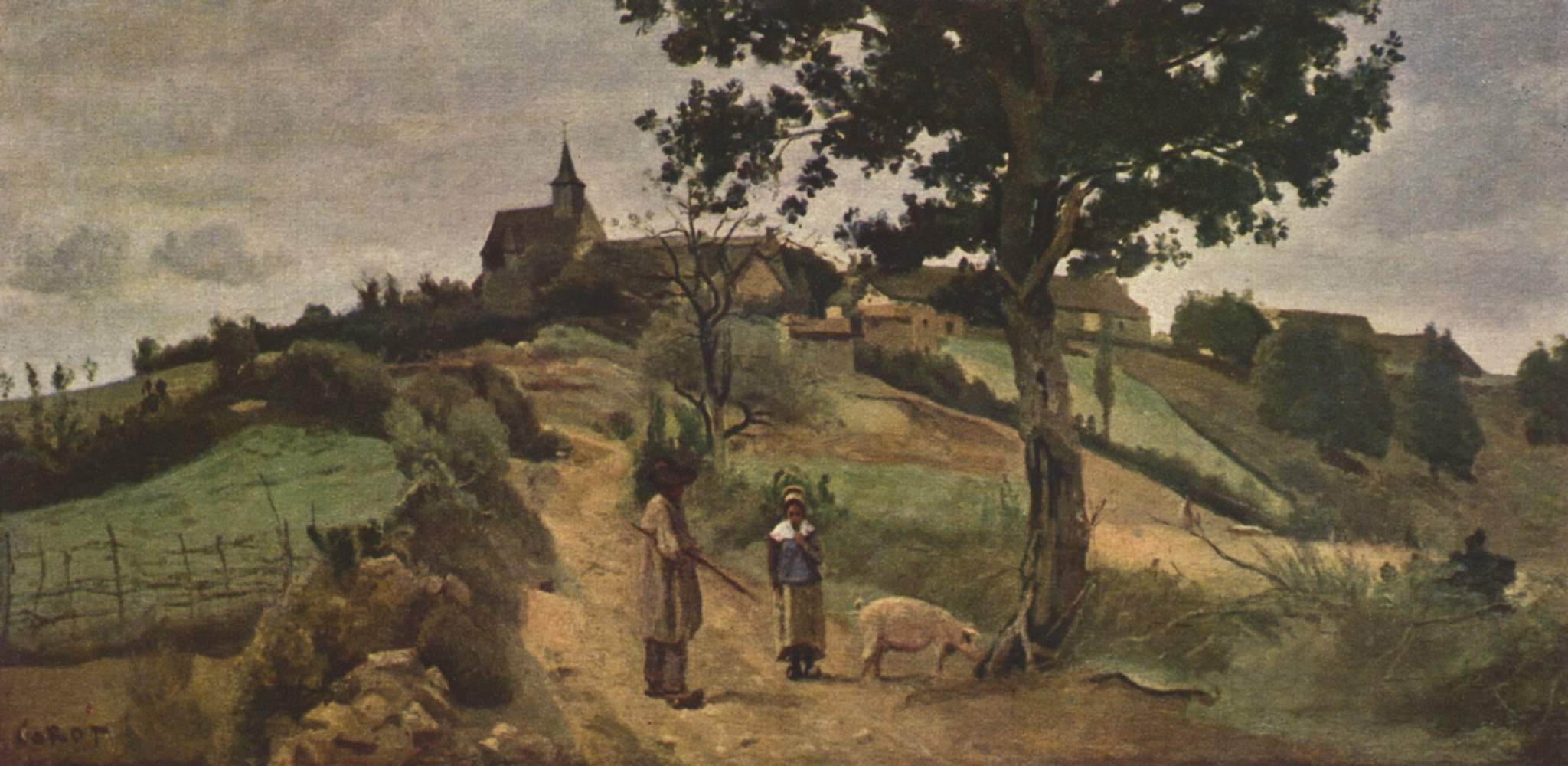
Saint-André-en-Morvan; de Jean-Baptiste-Camille Corot; 1842; ulei pe pânză; 31 x 59 cm; Luvru
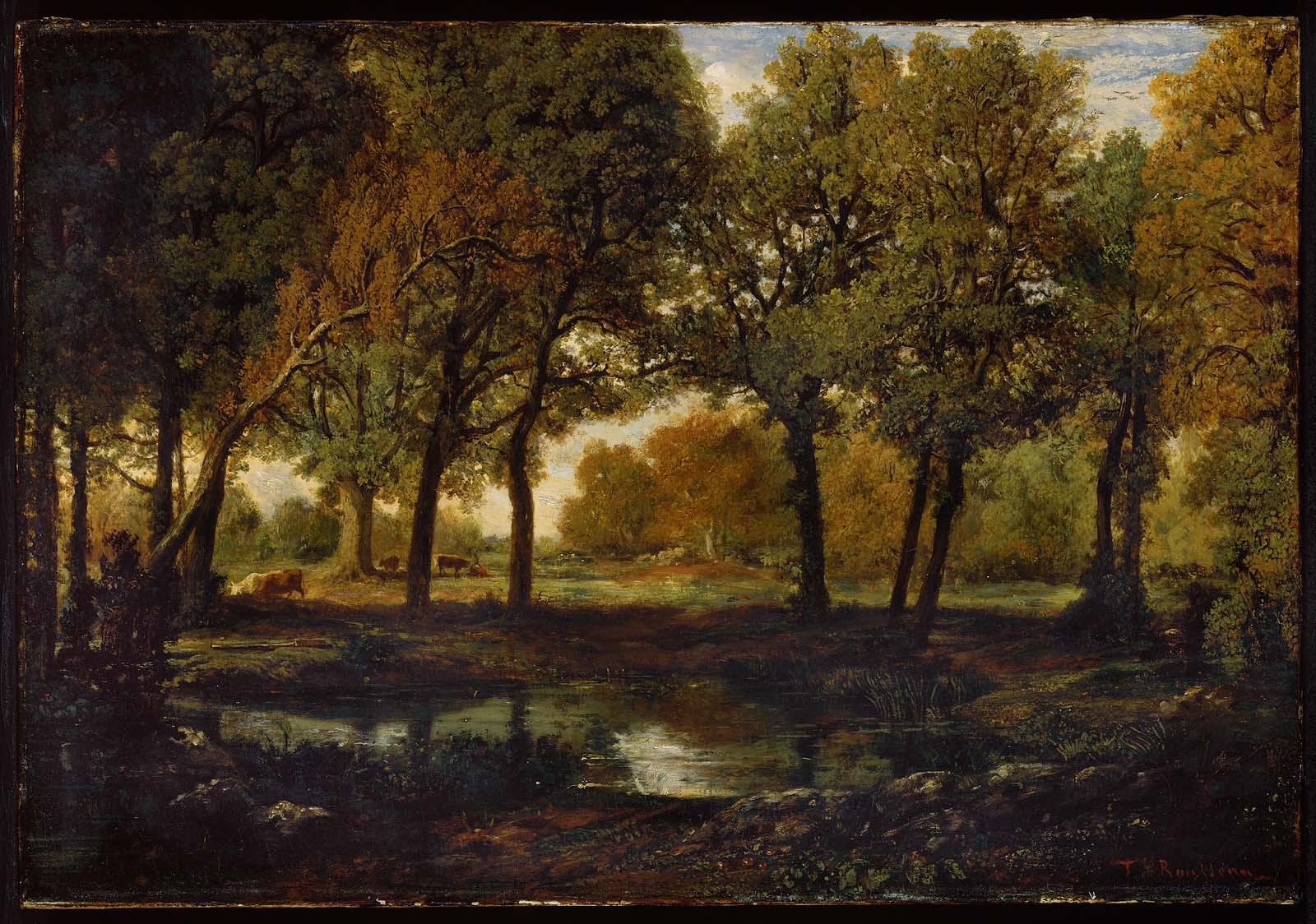
Iaz în Pădure; de Théodore Rousseau; începutul anilor 1850; ulei pe canvas; 39,4 x 57,4 cm; Muzeul de Arte Frumoase (Boston, SUA)
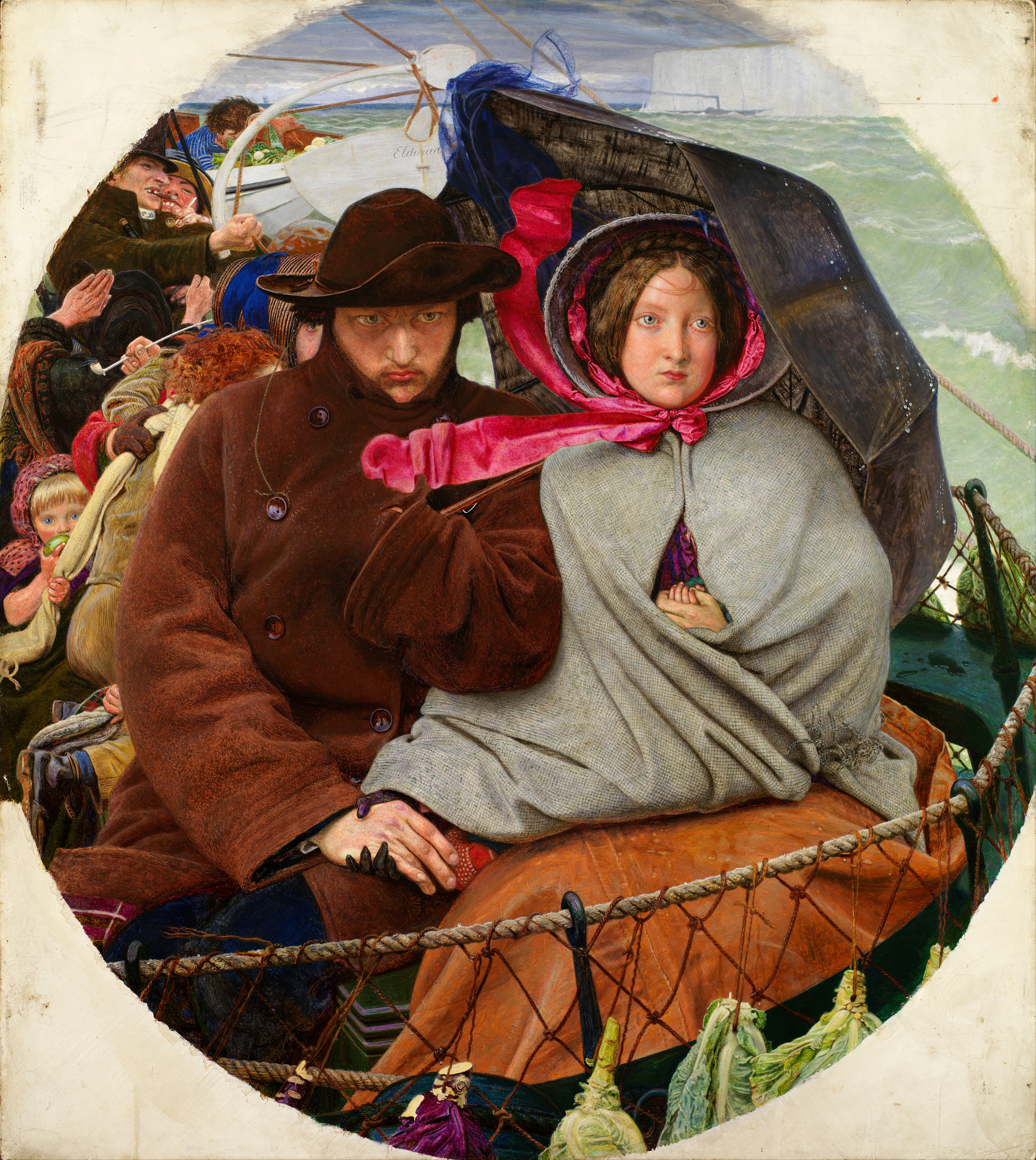
Ultima Privire spre Anglia; de Ford Madox Brown; 1852–1855; ulei pe panou; înălțime: 82,5 cm, lățime: 75 cm; Muzeul și Galeria de Artă din Birmingham (Anglia)
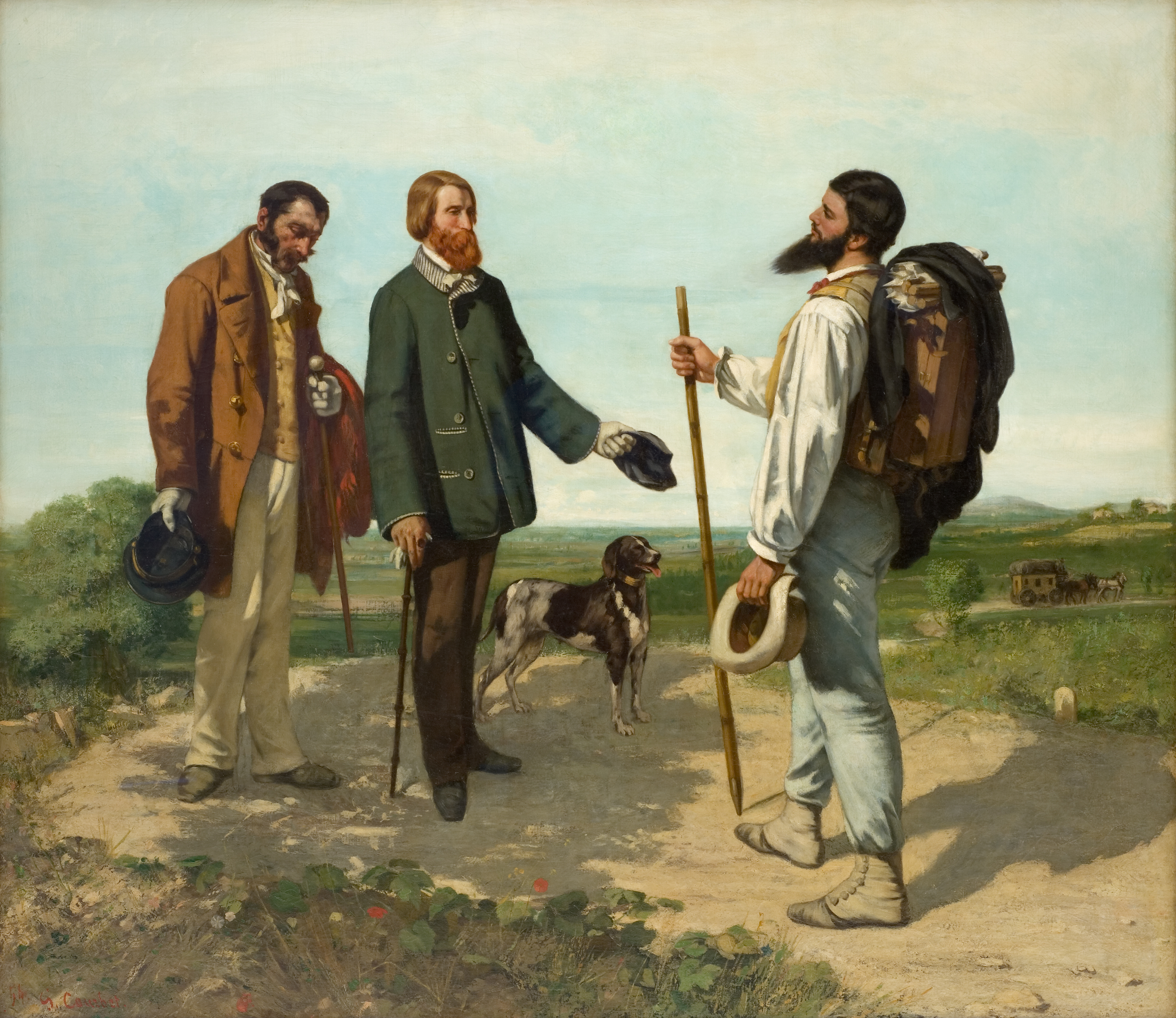
Bonjour, Monsieur Courbet; 1854; ulei pe pânză; Musée Fabre (Montpellier, Franța)
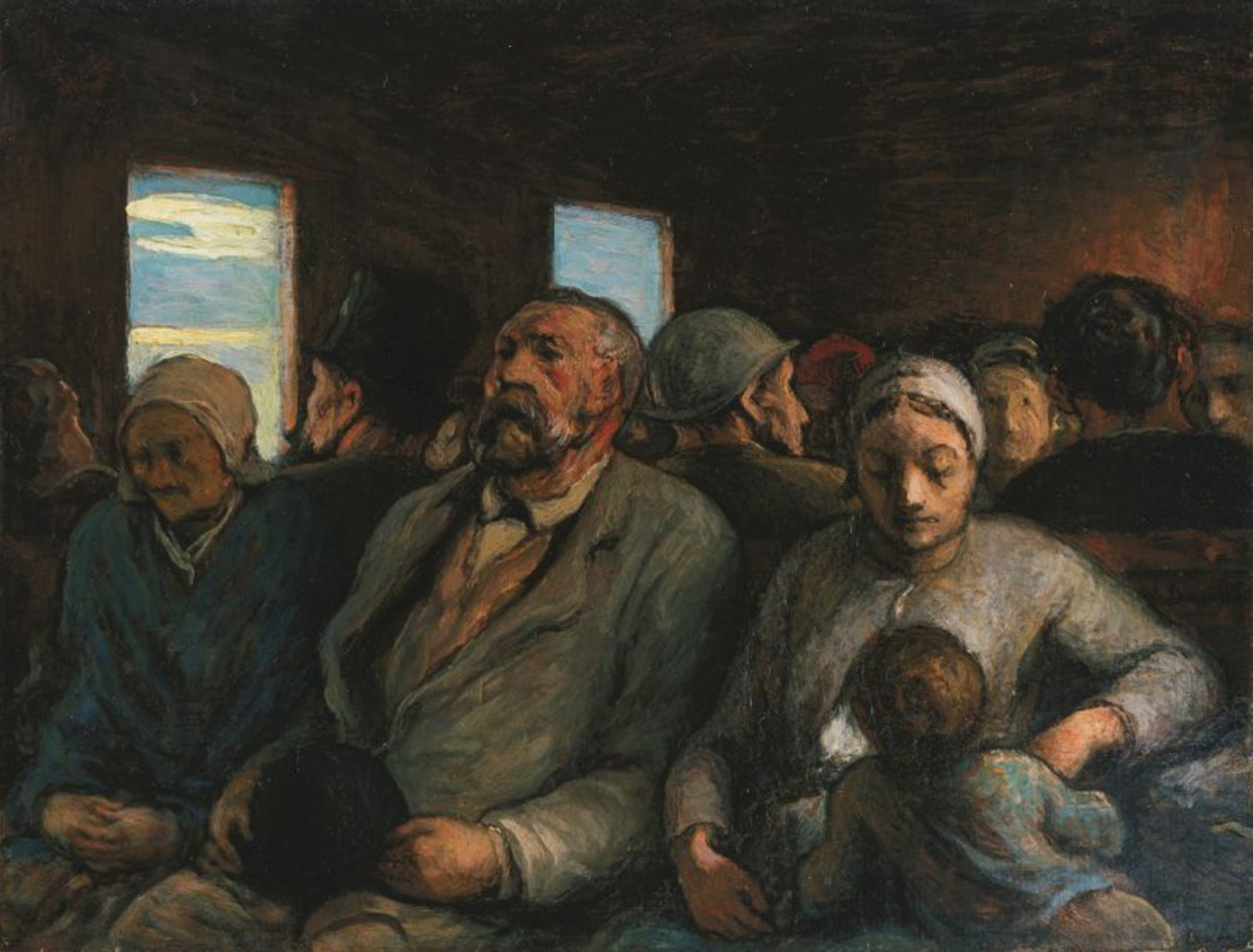
Vagonul Clasei A Treia; de Honorè Daumier; 1856–58; ulei pe panou; 26 x 33,9 cm; Museum de Arte Frumoase (San Francisco, SUA)
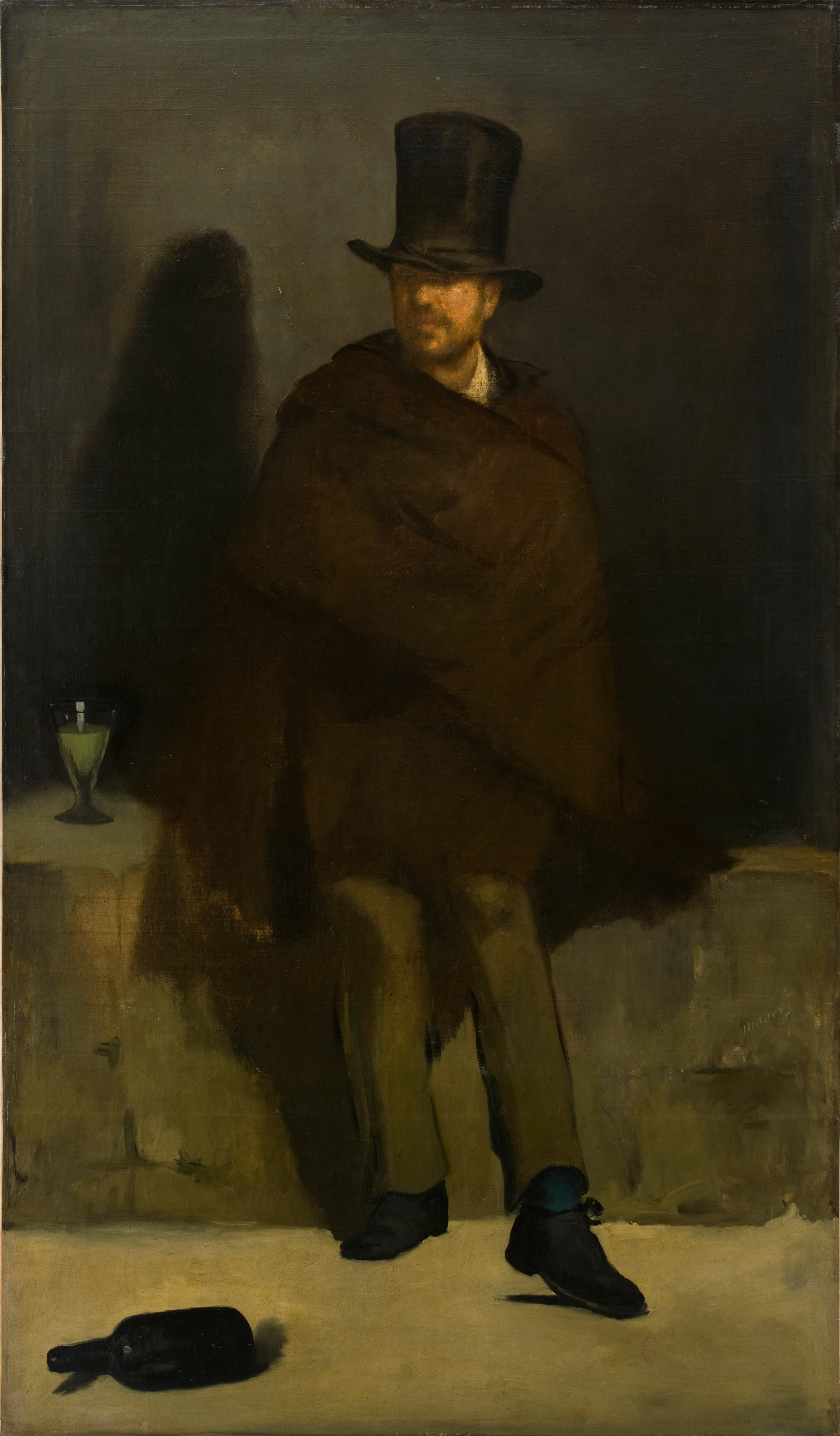
Băutorul de Absint; de Édouard Manet; 1859; ulei pe pânză; 18,05 x 10,56 mm; Ny Carlsberg Glyptotek (Copenhaga, Danemarca)
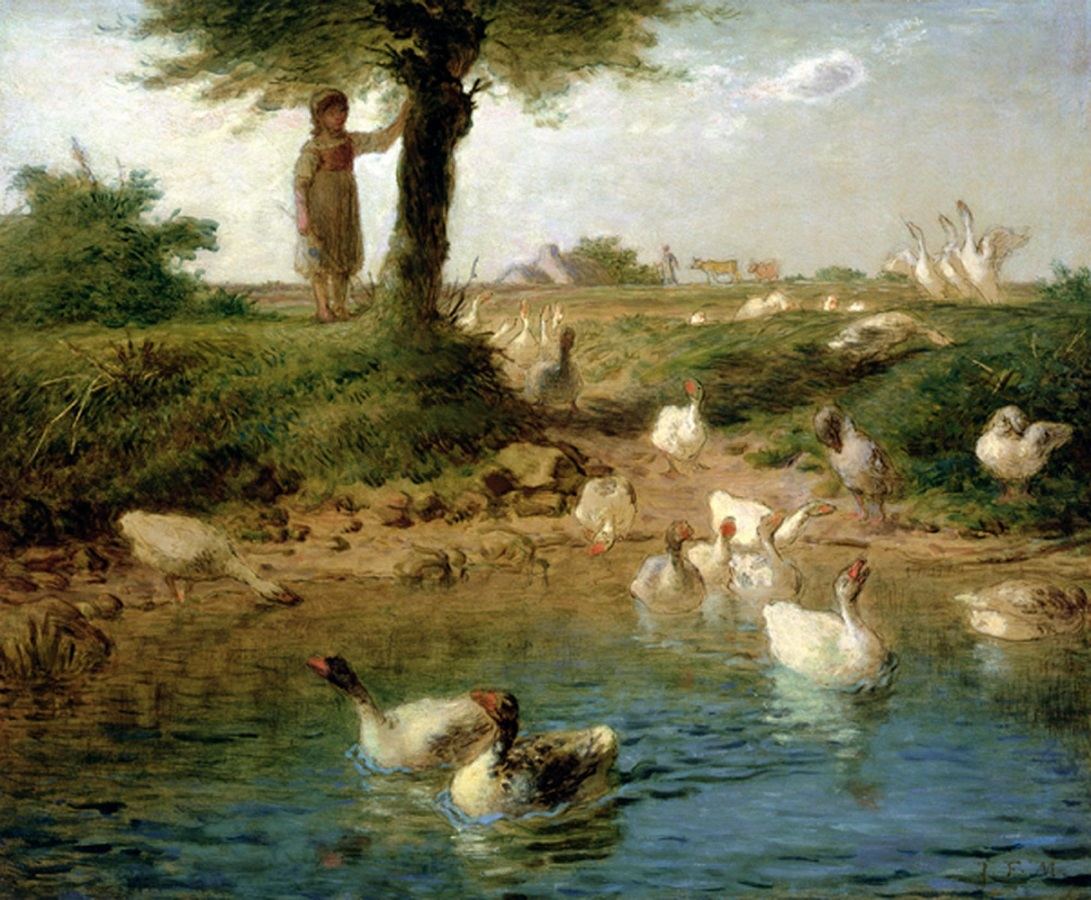
Fata cu Gâște; de Jean-François Millet; 1866–67; ulei pe pânză; 45,7 x 55,9 cm; Muzeul de Artă din Tokyo (Hachiōji, Tokyo, Japonia)
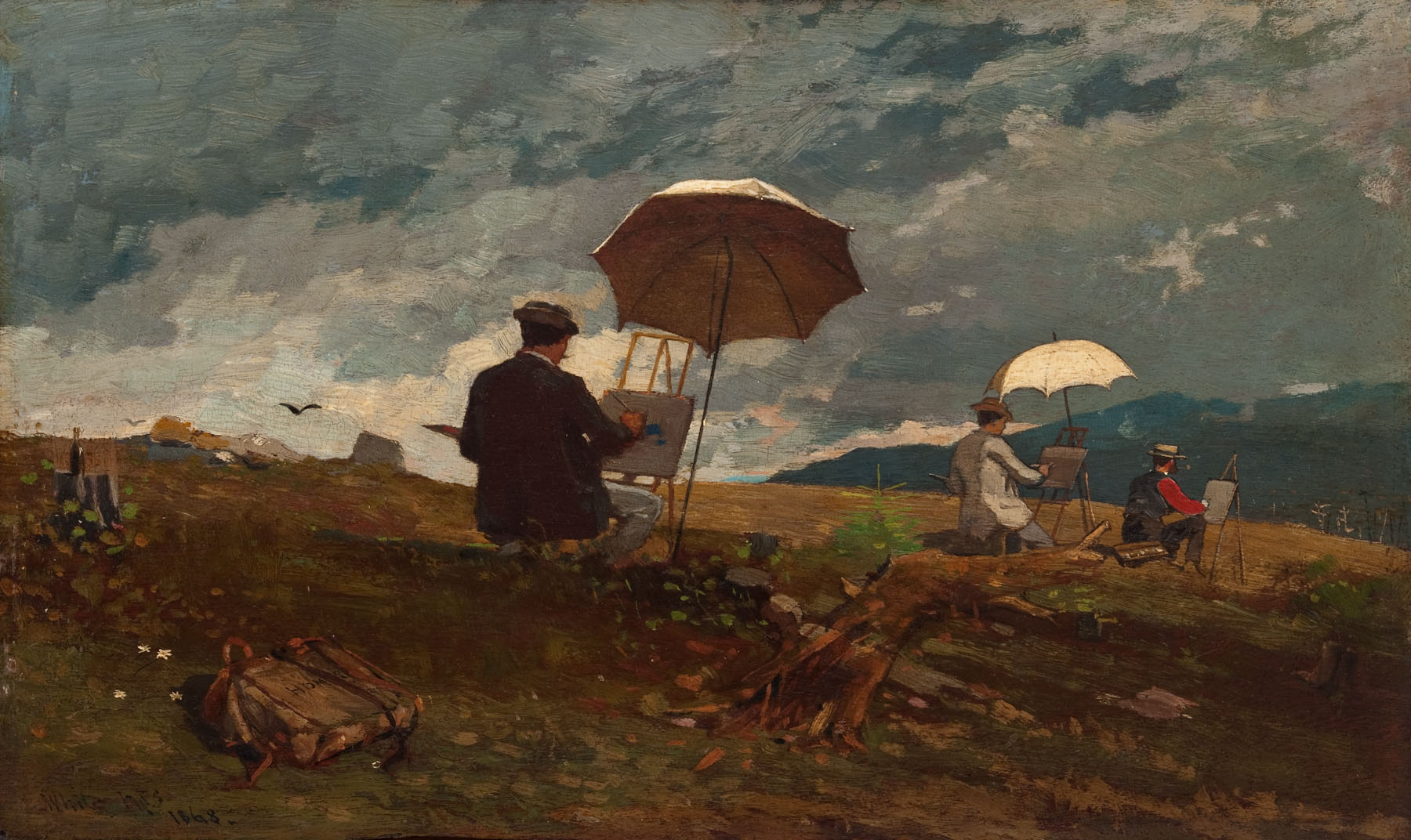
Artiști Desenând în Munții Albi; de Winslow Homer; 1868; ulei pe panou; 24,1 cm x 40,3 cm; Muzeul de Artă din Portland (SUA)
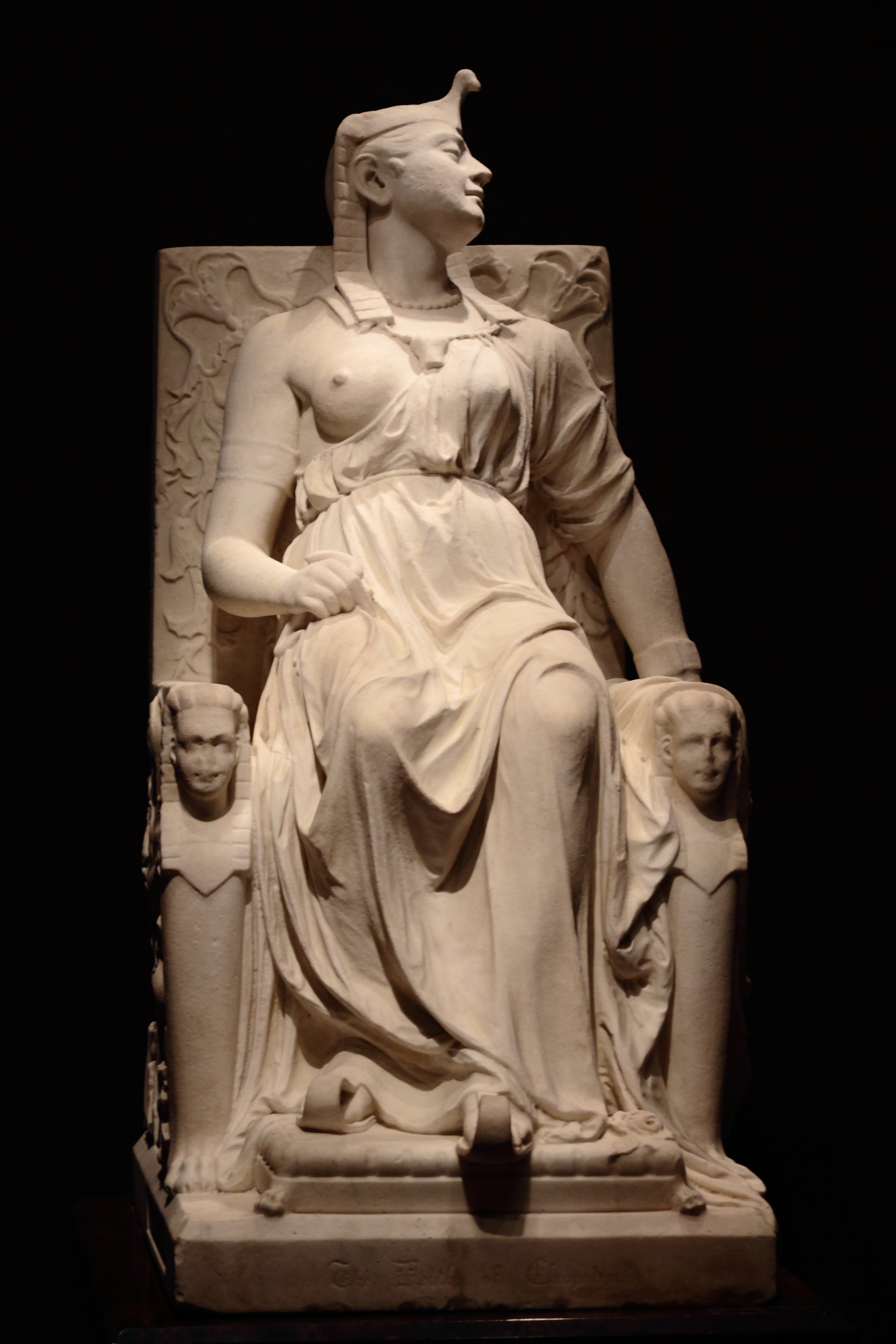
Moartea Cleopatrei; de Edmonia Lewis; 1876; marmură; Muzeul Smithsonian de Artă Americană
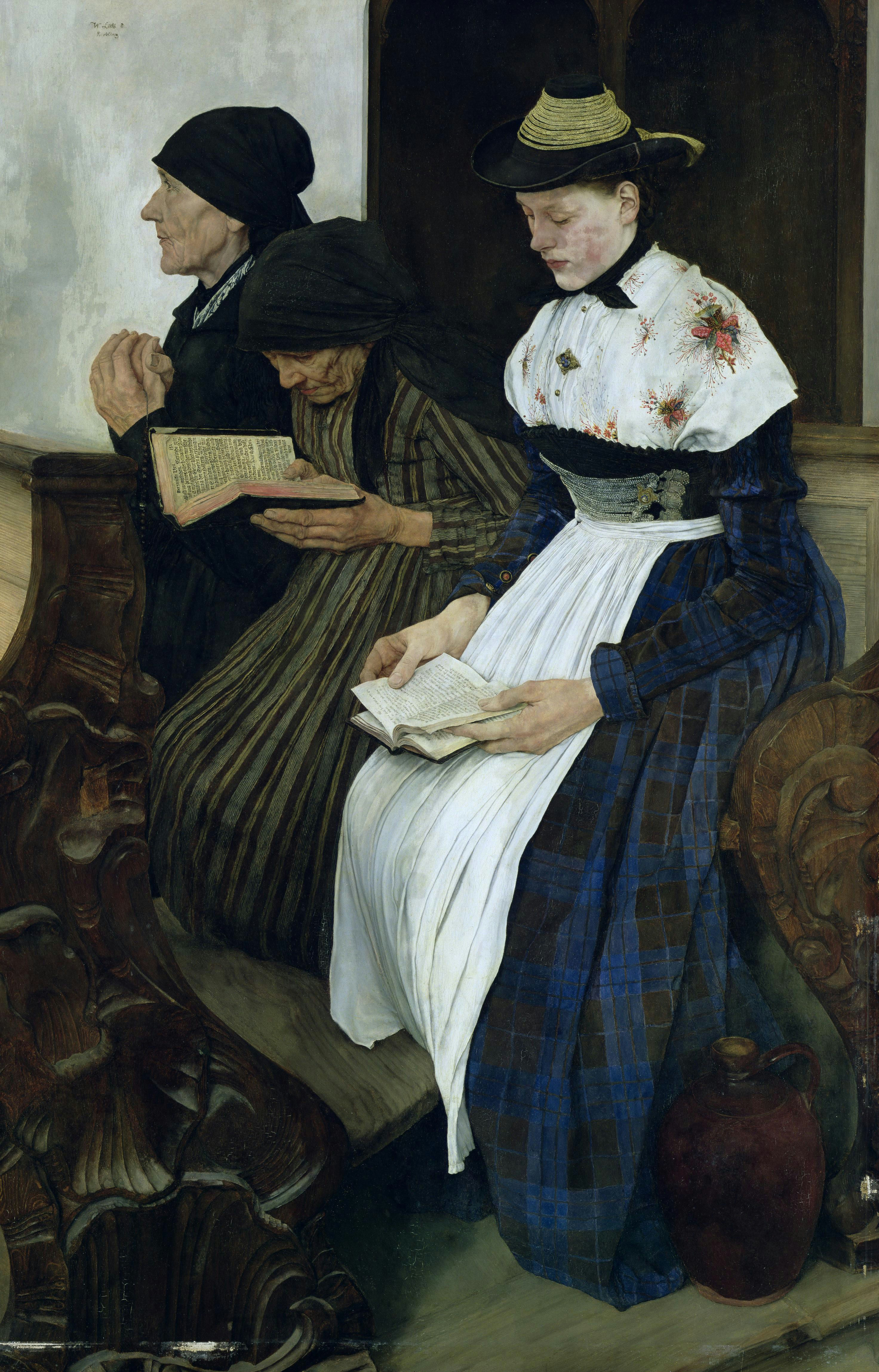
Trei Femei în Biserică; de Wilhelm Leibl; 1882; ulei pe lemn de mahon; înălțime: 113 cm, lățime: 77 cm; Kunsthalle Hamburg (Germany)
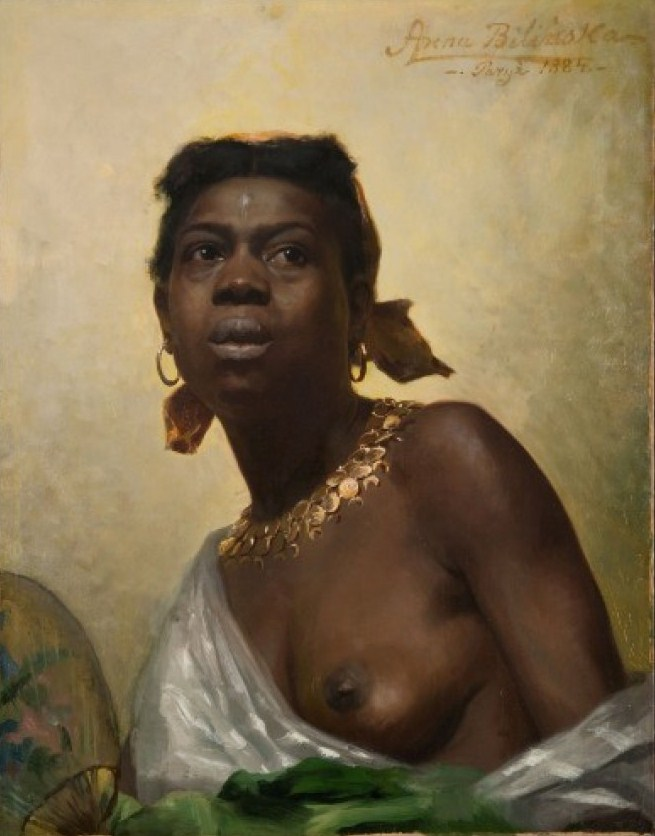
Negresă; de Anna Bilińska-Bohdanowicz; 1884; ulei pe canvas; 63 x 48,5 cm; Muzeul Național din Varșovia (Polonia)
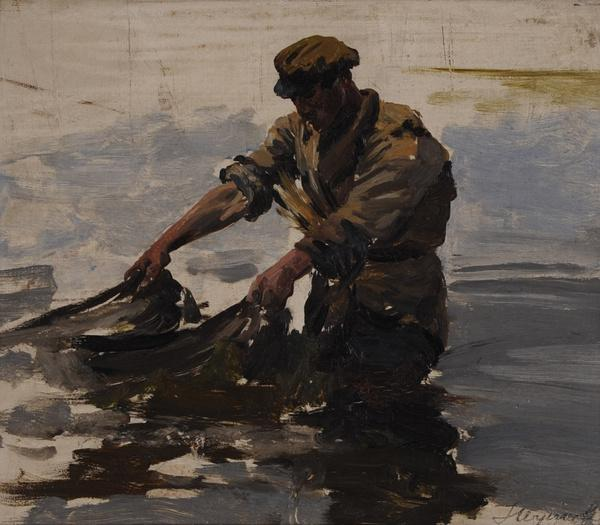
Pescar cu Plasele sale; de Leon Wyczółkowski; anii 1890; ulei pe carton; Muzeul Național din Gdańsk (Polonia)

#### Impresionismul (circa 1860 – 1890)

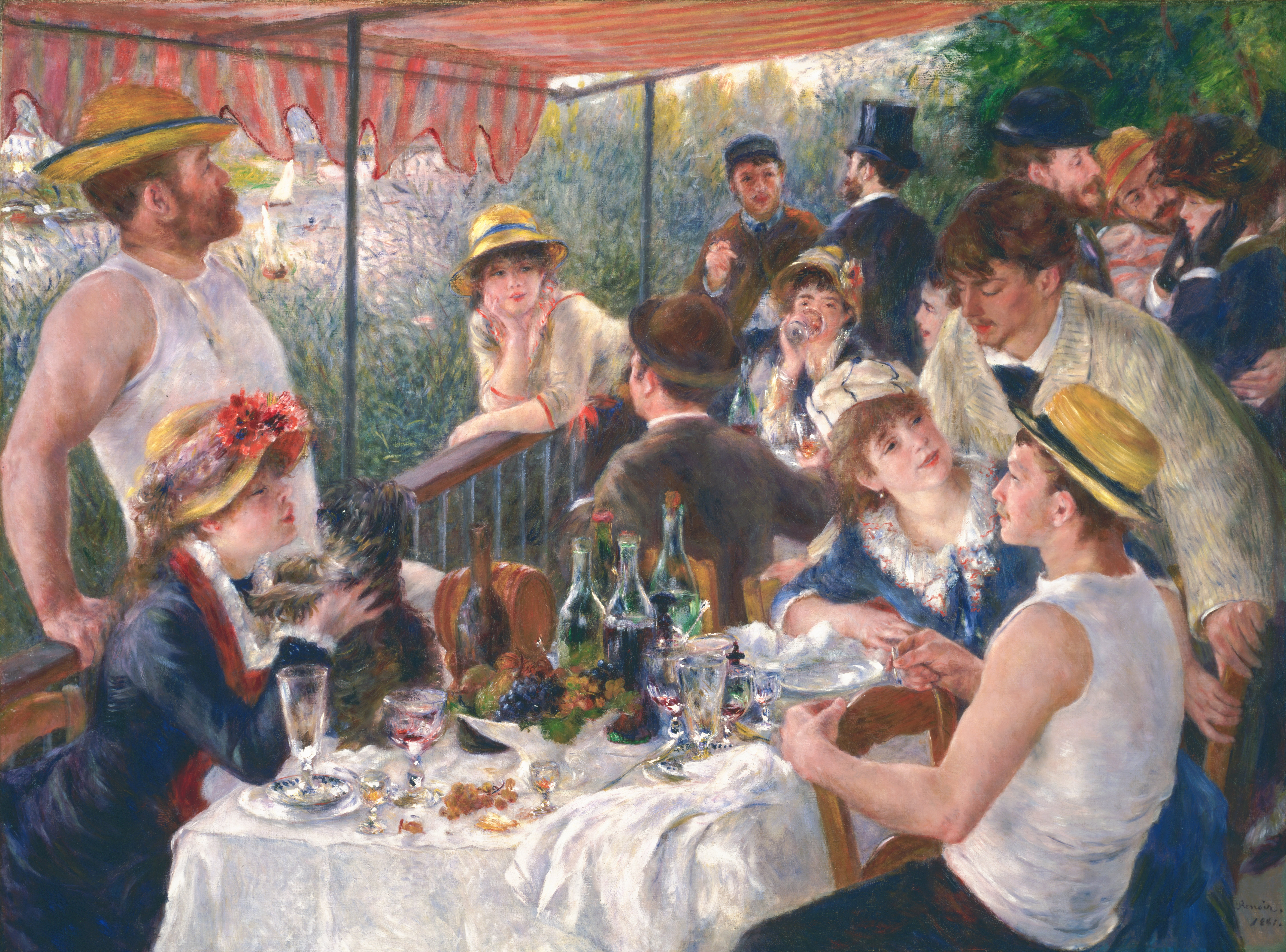
Prânzul Petrecerii Nautice; de Pierre-Auguste Renoir; 1881; ulei pe canvas; 130 × 175 cm; Colecția Phillips (Washington, D.C.)

Impresionismul a apărut în Franța, sub influența realismului, a Școlii de la Barbizon, și a unor pictori care lucrau în aer liber ca Eugène Boudin, Camille Corot, Charles-Francois Daubigny și Johan Barthold Jongkind. Începând de la sfârșitul anilor 1850, câțiva dintre impresioniști și-au făcut prietenii ca studenți la Paris, în special la studioul Académie Suisse și cel al lui Charles Gleyre. Opera lor progresivă a fost deseori respinsă de juriile conservatoare ale prestigioselor saloane din Académie des Beaux-Arts, un forum în care mulți artiști s-au întors ca să-și stabilească reputația, iar mulți dintre tinerii artiști au fost incluși într-un salon extrem de mediatizat, dar foarte ridiculizat, numit Salon des Refusés, în 1863. În 1874 au format Société Anonyme Coopérative des Artistes Peintres, Sculpteurs, Graveurs, independent de academie, și au făcut prima dintre mai multe expoziții impresioniste din Paris, până în 1886, când a avut loc cea de-a opta și ultima expoziție. Printre figurile importante ale mișcării s-au numărat Frédéric Bazille, Gustave Caillebotte, Mary Cassatt, Paul Cézanne, Edgar Degas, Armand Guillaumin, Édouard Manet, Claude Monet, Berthe Morisot, Camille Pissarro, Pierre-Auguste Renoir și Alfred Sisley. Chiar dacă impresionismul a fost în primul rând o mișcare a pictorilor, Degas și Renoir au produs și sculpturi, iar alții ca Auguste Rodin și Medardo Rosso sunt uneori legați de impresionism. Până în 1885, impresionismul a atins o anumită importanță și totuși, o generație mai tânără împingea deja limitele dincolo de impresionism. Artiști din Rusia, Australia, Statele Unite și America Latină au adoptat curând stiluri impresioniste. Câțiva dintre impresioniștii originali au continuat să producă lucrări semnificative în anii 1910 și 1920.
Chiar dacă nu are precedent, multe dintre tehnicile folosite erau în contrast cu metodele tradiționale. Picturile erau adesea completate în ore sau zile cu vopsea umedă aplicată pe vopsea umedă (spre deosebire de vopsea umedă pe vopsea uscată, tabloul fiind completat în săptămâni sau luni). În loc să aplice glazuri și culori mixte, culorile pure erau adesea aplicate una lângă alta, cu tușe groase, opace și impasto; amestecându-se în ochiul privitorului când este observat de la distanță. Negrul a fost folosit foarte puțin, sau deloc, și a definit linii înlocuite cu lovituri nuanțate de culoare care formează subiecții, contururile și formele. Istoricul de artă H. W. Janson a spus că „în loc să se adauge la iluzia de spațiu real, întărește unitatea suprafeței pictate.” Tablourile impresioniste prezintă de obicei peisaje, portrete, naturi moarte, scene din viața de zi cu zi, și viața de noapte, toate tratate într-o manieră realistă. Compozițiile au fost deseori bazate pe perspective neobișnuite, care apăreau spontan. Picturile sunt de obicei lipsite de de sensuri didactice, simbolice sau metaforice și abordează rar subiecte biblice, mitologice și istorice atât de apreciate de academii sau de interesul mai întunecat și psihologic explorat de simbolism. Au fost examinate nuanțele de lumină, umbră, atmosferă și reflectarea culorilor de pe suprafețe. Pictura în sine a făcut obiectul picturii. A fost o artă de dragul artei, o idee care plutea de câteva decenii, dar a ajuns probabil la o înaltă consecvență și consistență în impresionism.

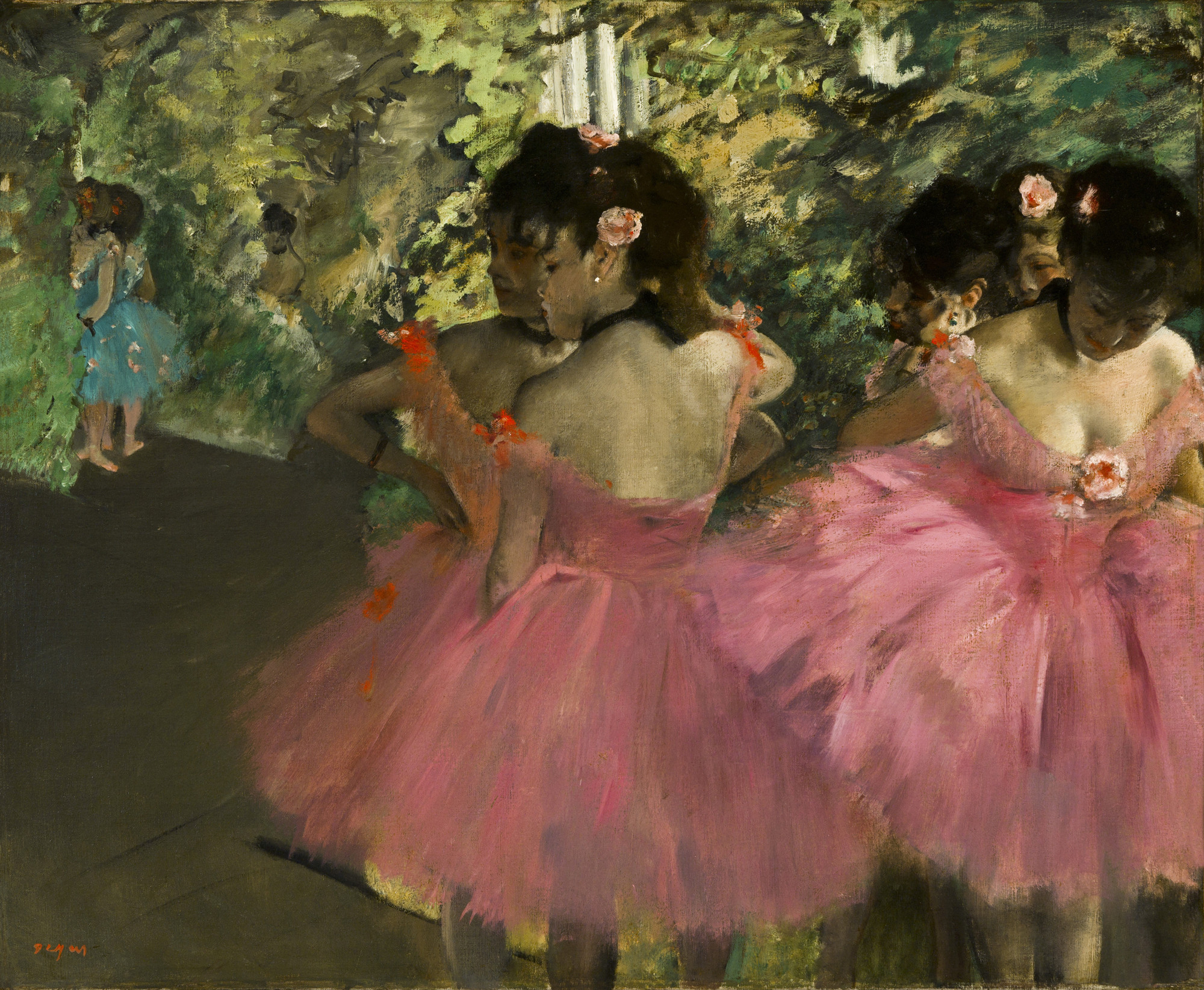
Dansatoare în Roz; de Edgar Degas; 1867; ulei pe pânză; 59 × 74 cm; Muzeul Hill–Stead (Farmington, Connecticut, USA)
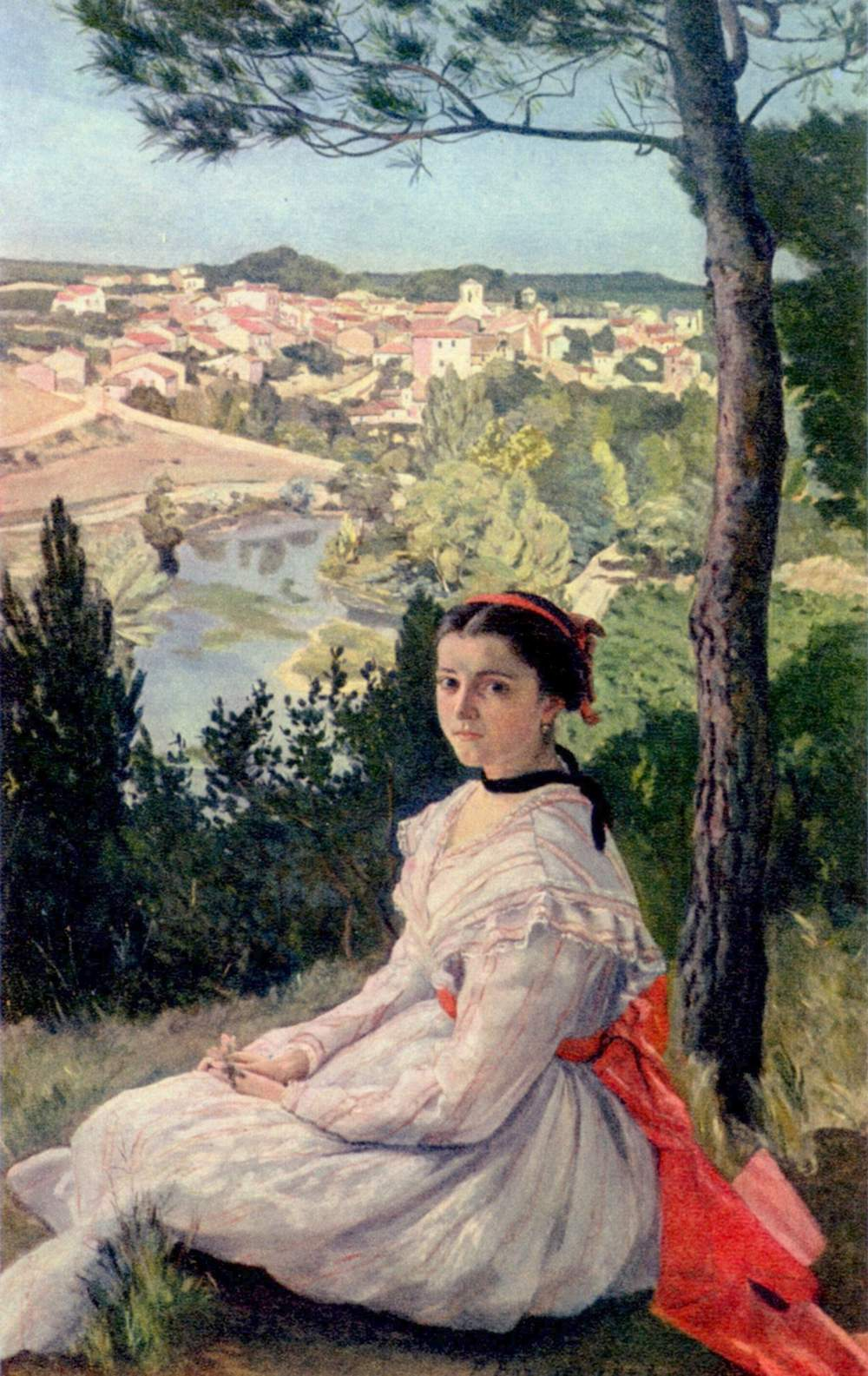
Priveliște cu Satul; de Frédéric Bazille; 1868; ulei pe pânză; 130 × 89 cm.; Musée Fabre (Montpellier, Franța)
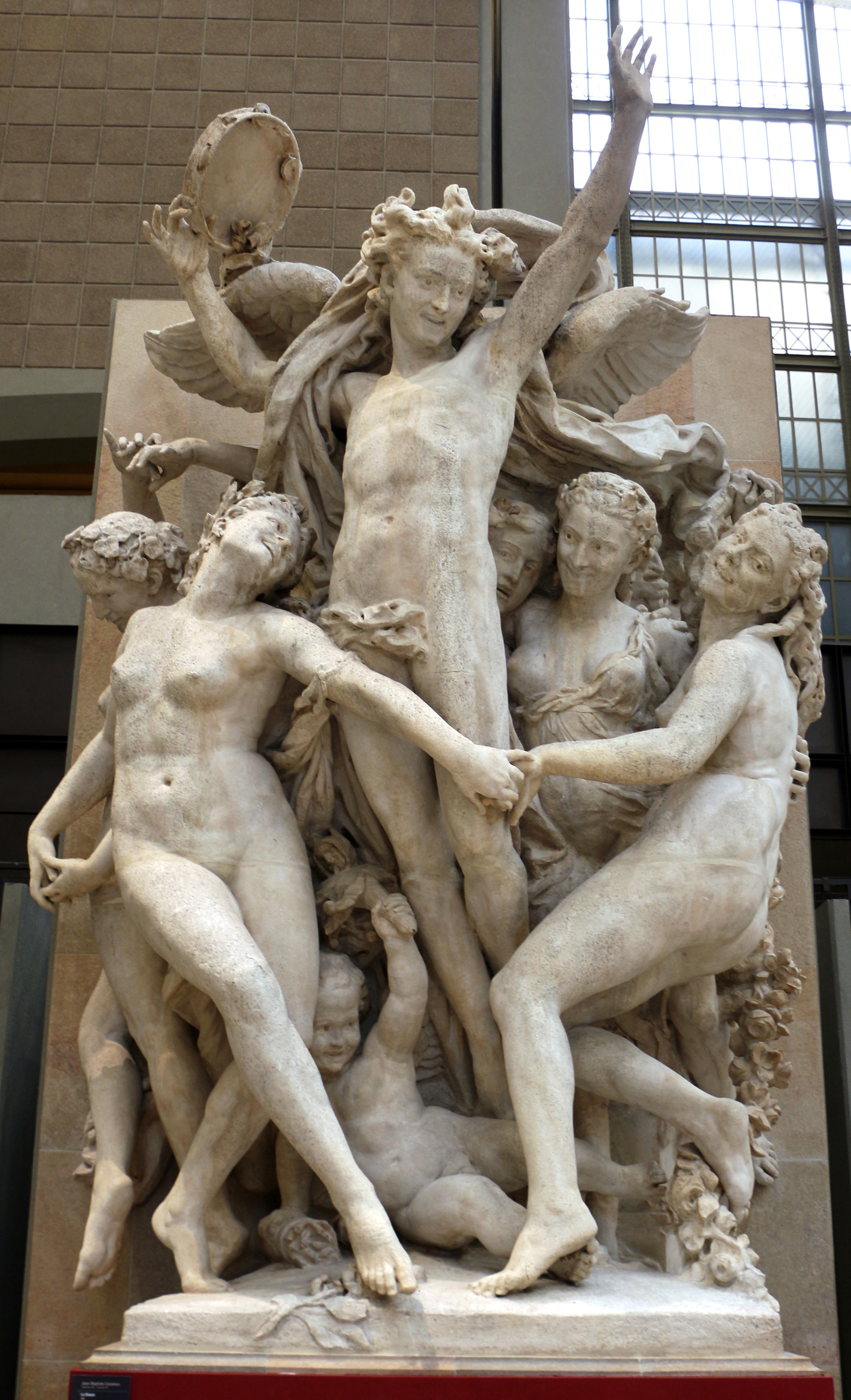
Dansul, un exemplu de sculptură impresionistă; de Jean-Baptiste Carpeaux; piatră; 420 x 298 cm; Musée d'Orsay (Paris)
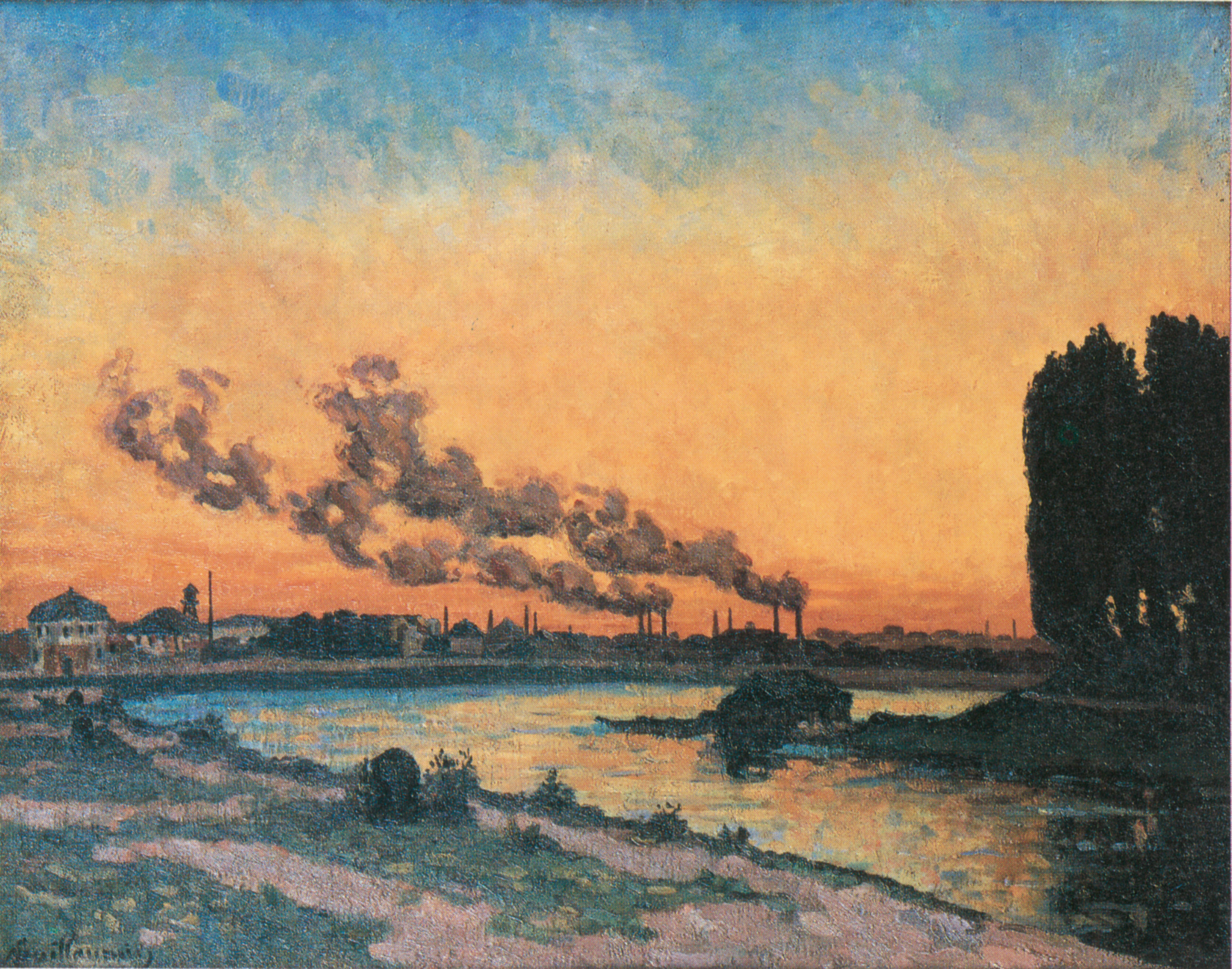
Soleil couchant à Ivry; de Armand Guillaumin; 1873; ulei pe pânză; 65 x 81,0 cm.; Musée d'Orsay
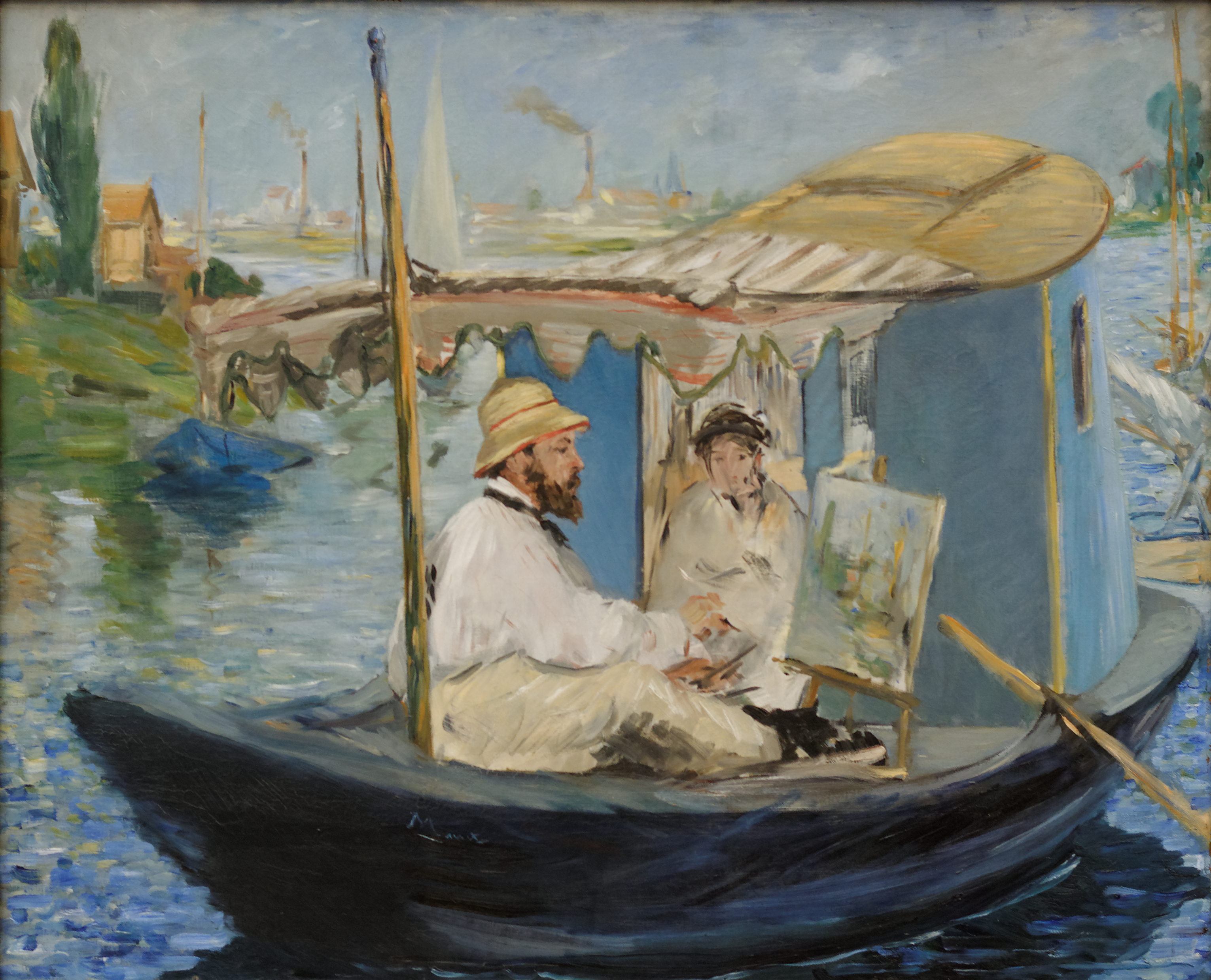
Claude Monet în Argenteuil; de Édouard Manet; 1874; ulei pe pânză; 80 × 98 cm; Neue Pinakothek (München, Germania)
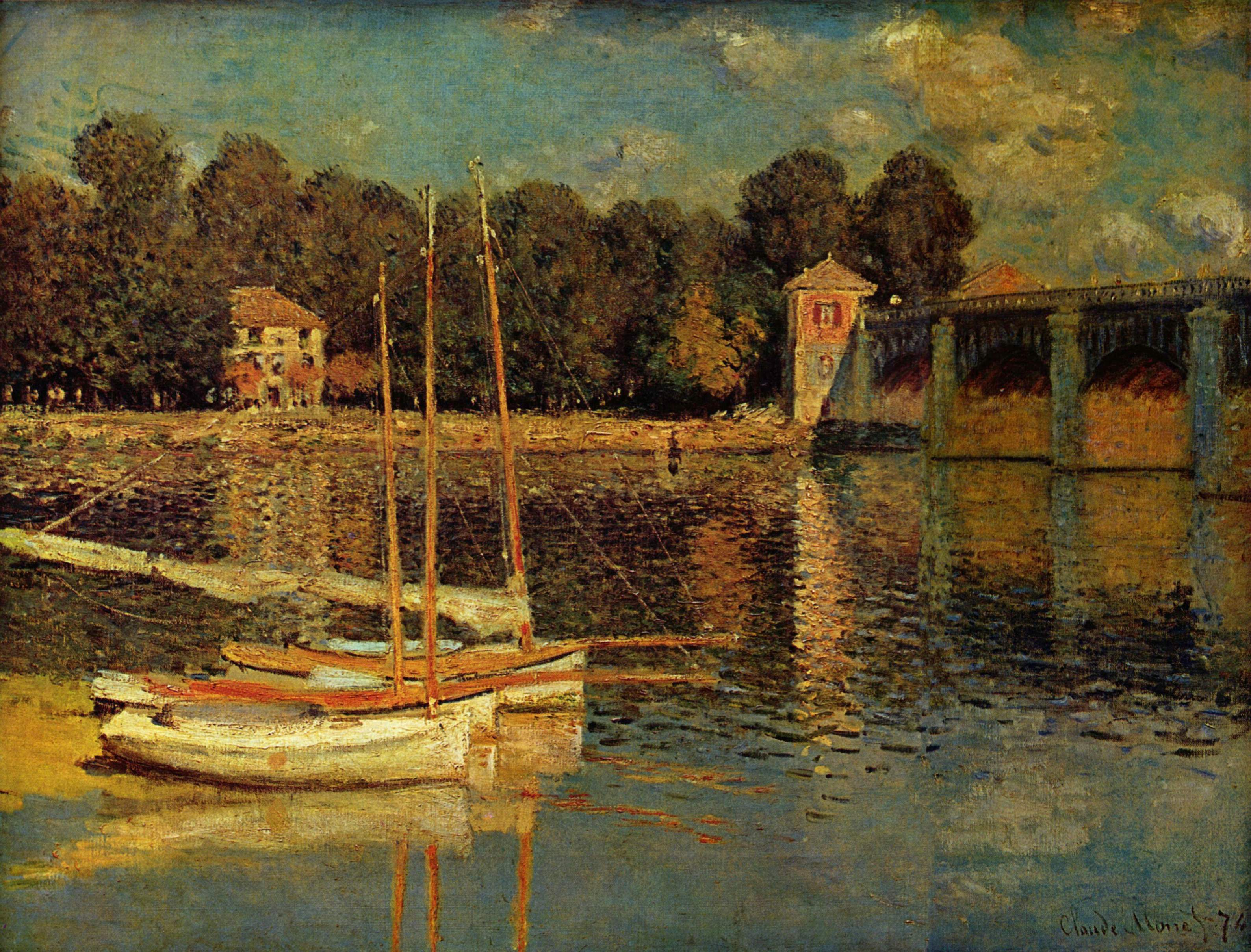
Podul de Cale Ferată de la Argenteuil; de Claude Monet; 1874; ulei pe pânză; 60 × 80 cm; Musée d'Orsay
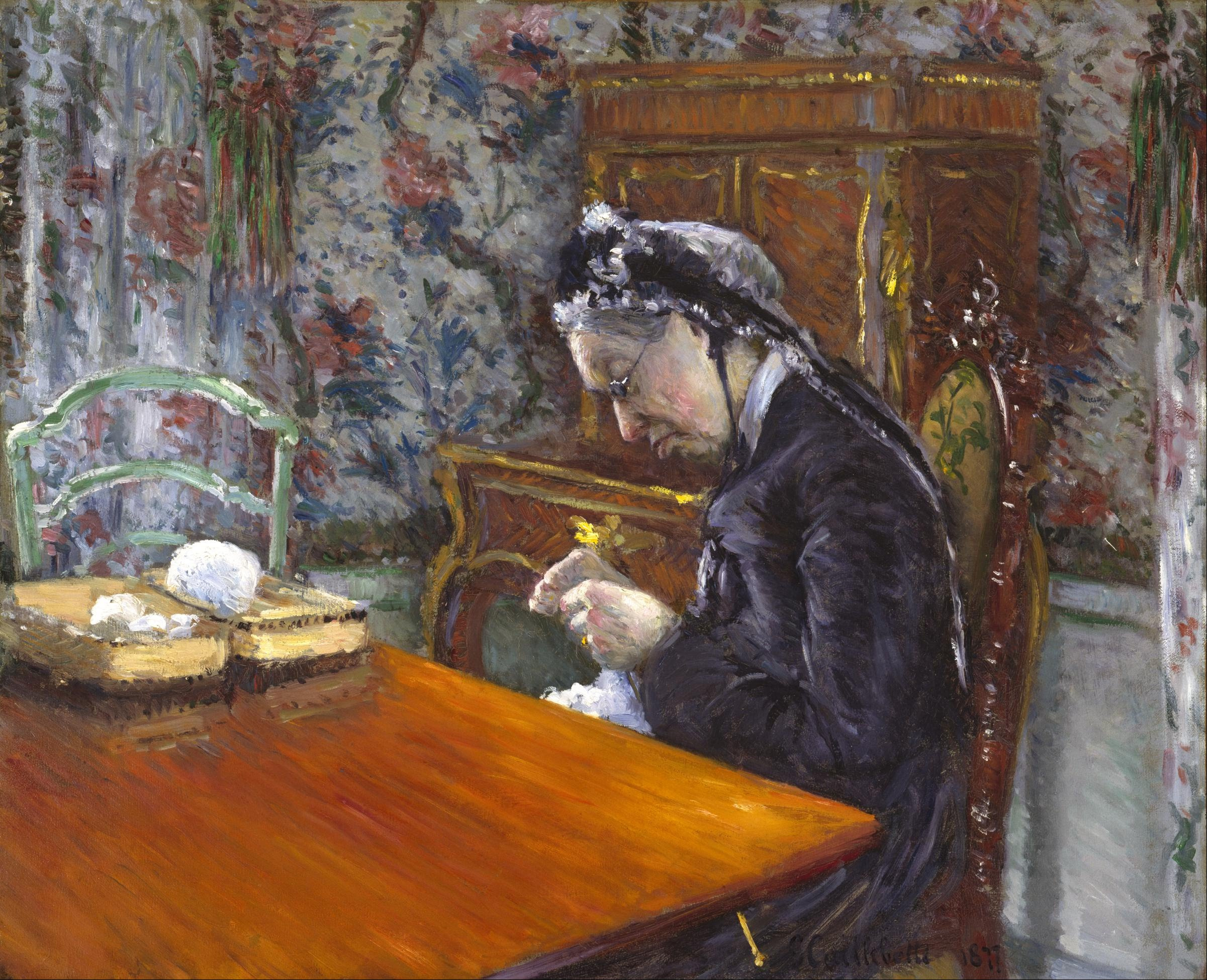
Mademoiselle Boissière Tricotând; de Gustave Caillebotte; 1877; ulei pe pânză; 65 × 80 cm; Muzeul de Arte Frumoase (Houston, SUA)
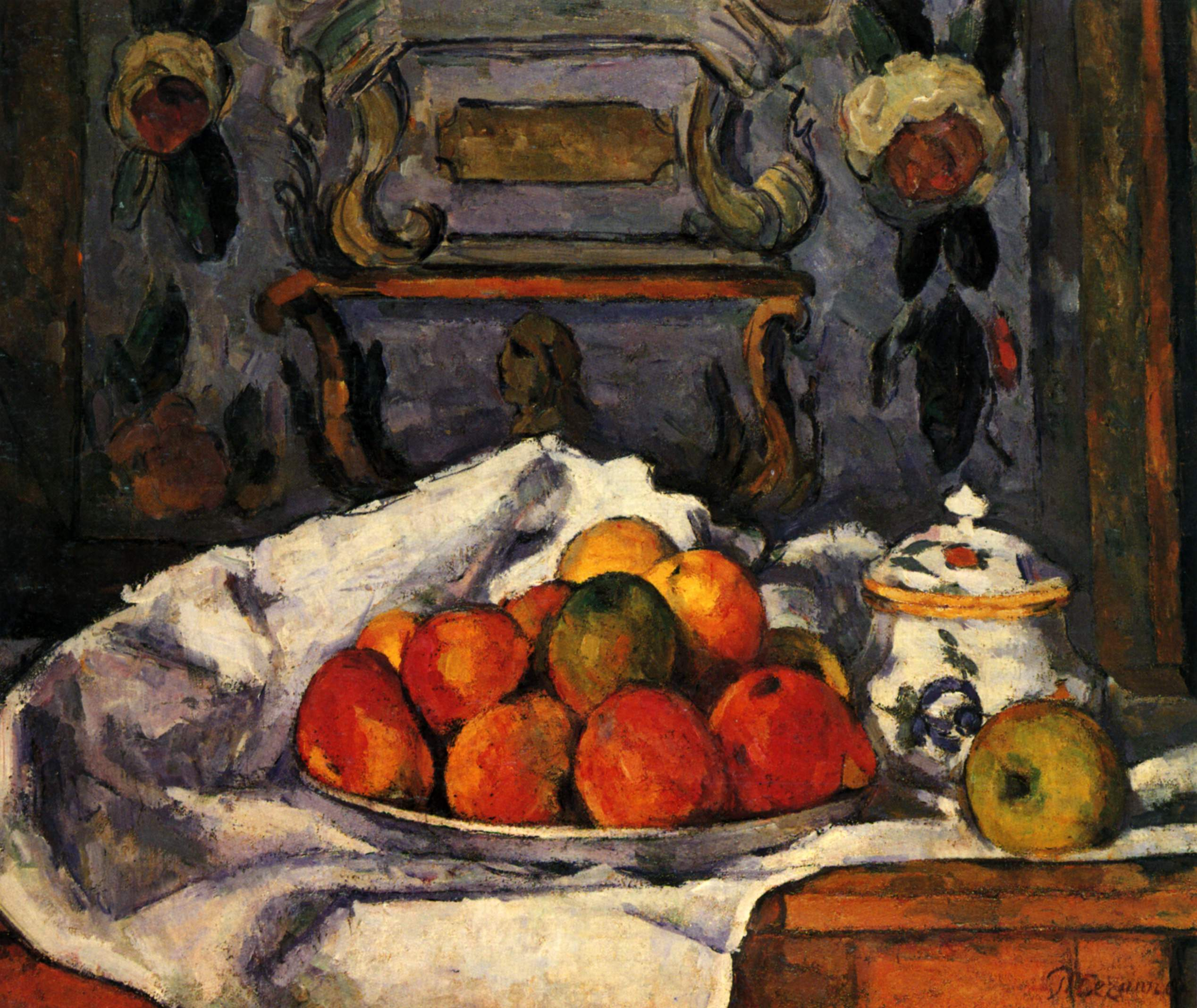
Bol cu Mere; de Paul Cézanne; 1878–1879; ulei pe pânză; 45,5 × 55 cm; Colecția Annenberg (Palm Springs, SUA)
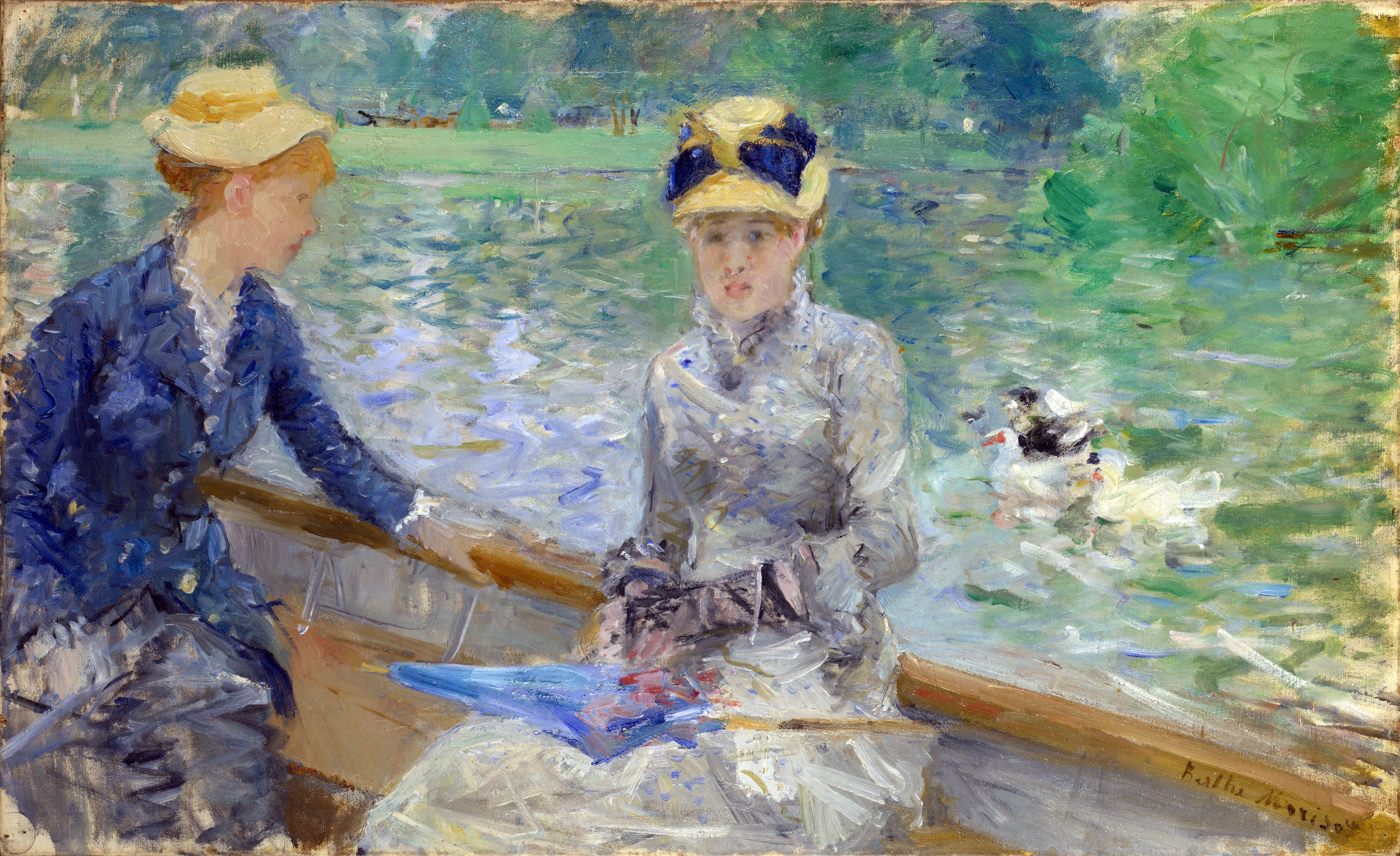
Zi de vară: Lac în Bois de Boulogne; de Berthe Morisot; 1879; ulei pe pânză; 45,7 × 75,2 cm; National Gallery (Londra)
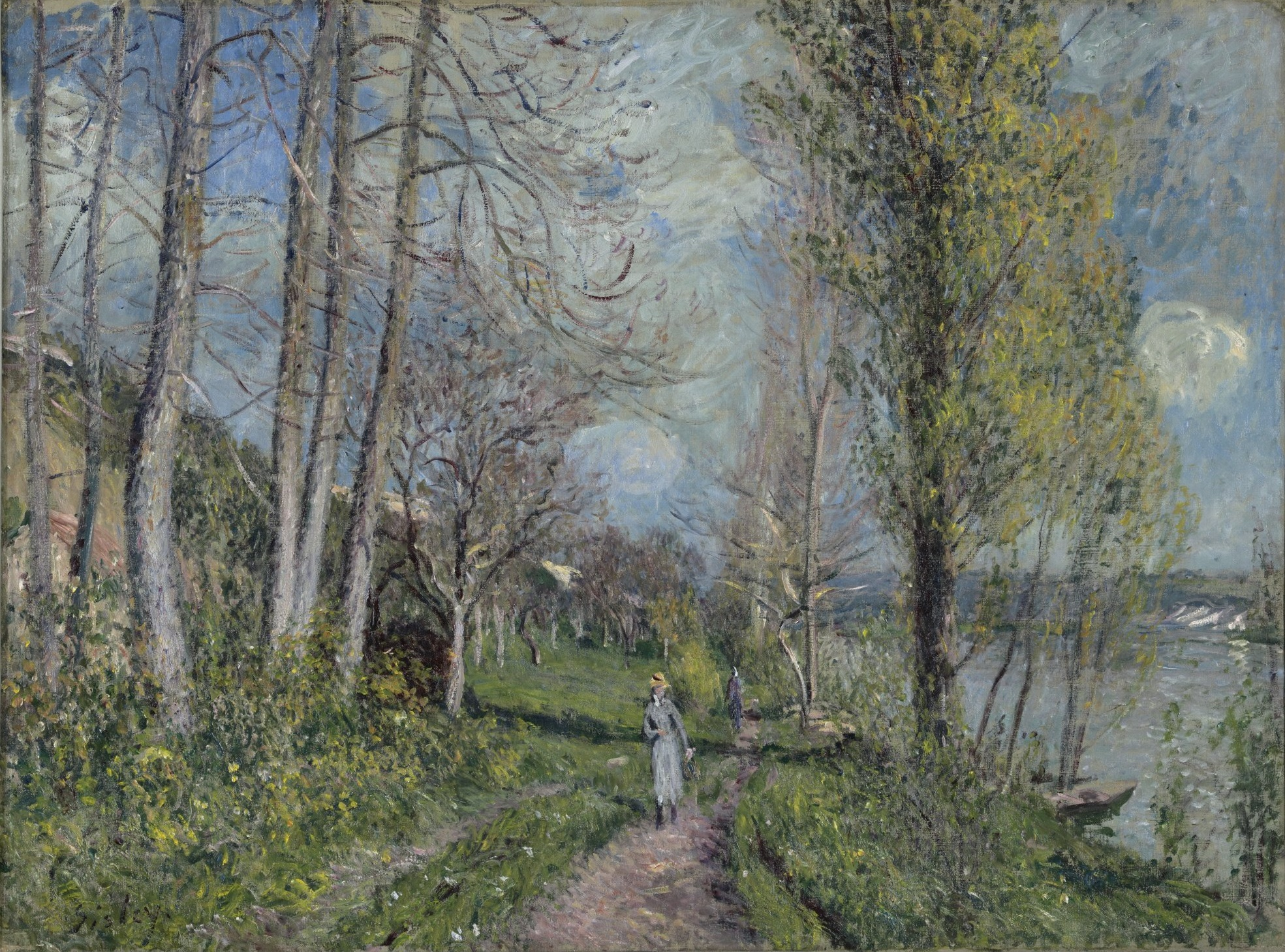
Malul Senei la By; de Alfred Sisley; circa 1880–1881; ulei pe pânză; 54,3 × 73,3 cm; Institutul de Artă Clark (Williamstown, Massachusetts, SUA)
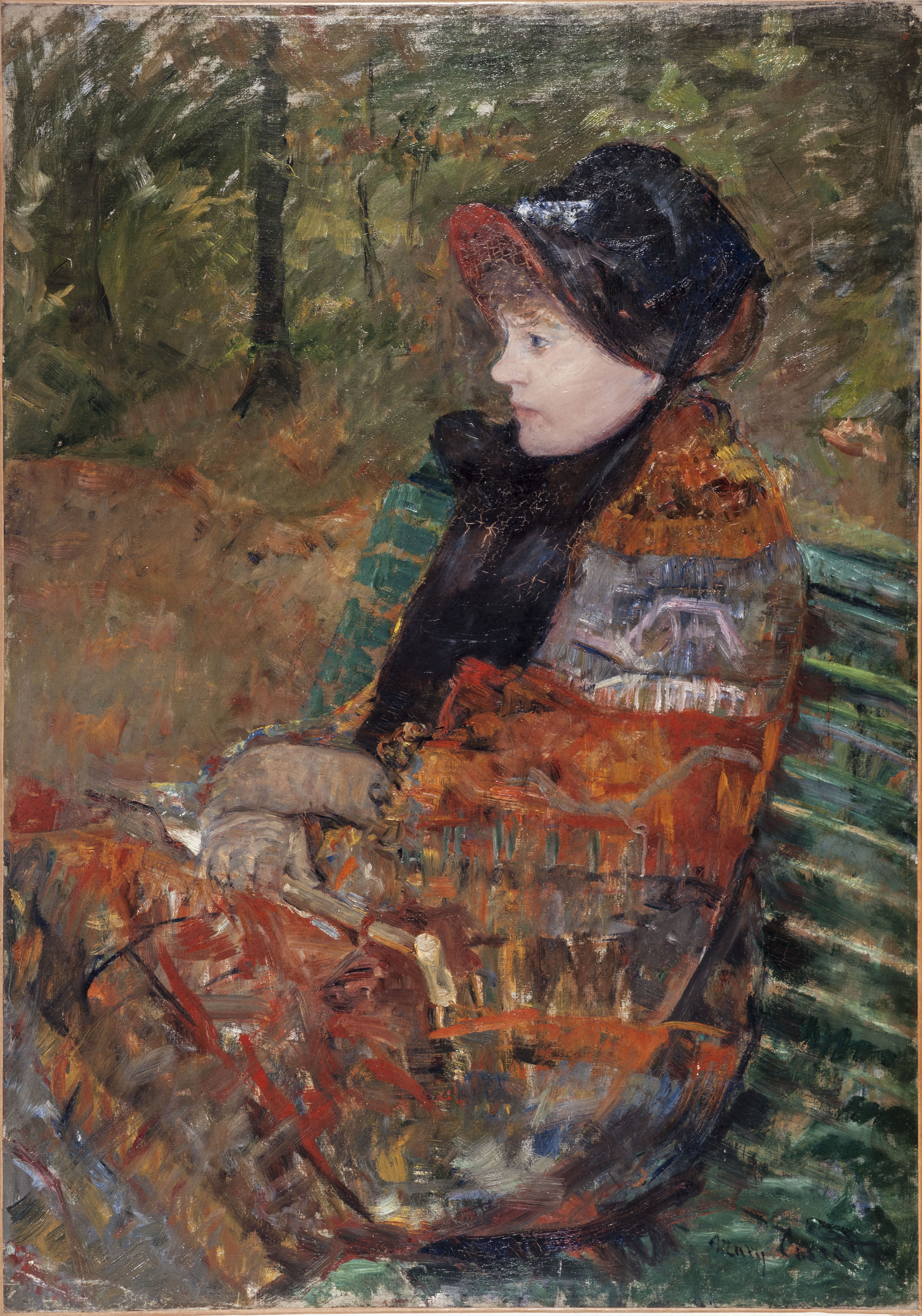
Toamna, Lydia Cassatt; de Mary Cassatt; 1880; ulei pe pânză; 92,5 × 65,5 cm; Petit Palais (Paris)
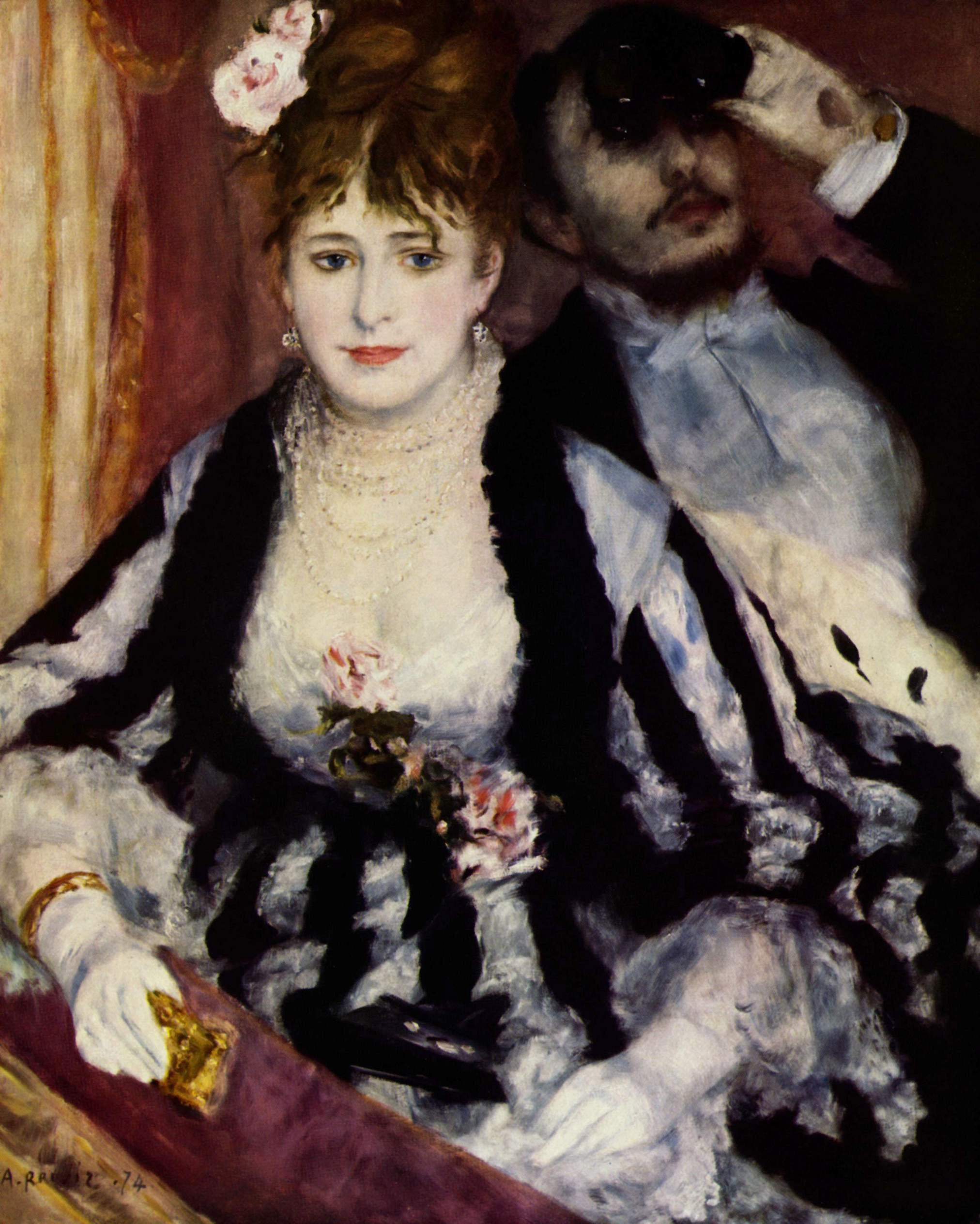
Loja; de Pierre-Auguste Renoir; 1881; ulei pe pânză; 127 × 92 cm; Institutul de Artă Courtauld (London)
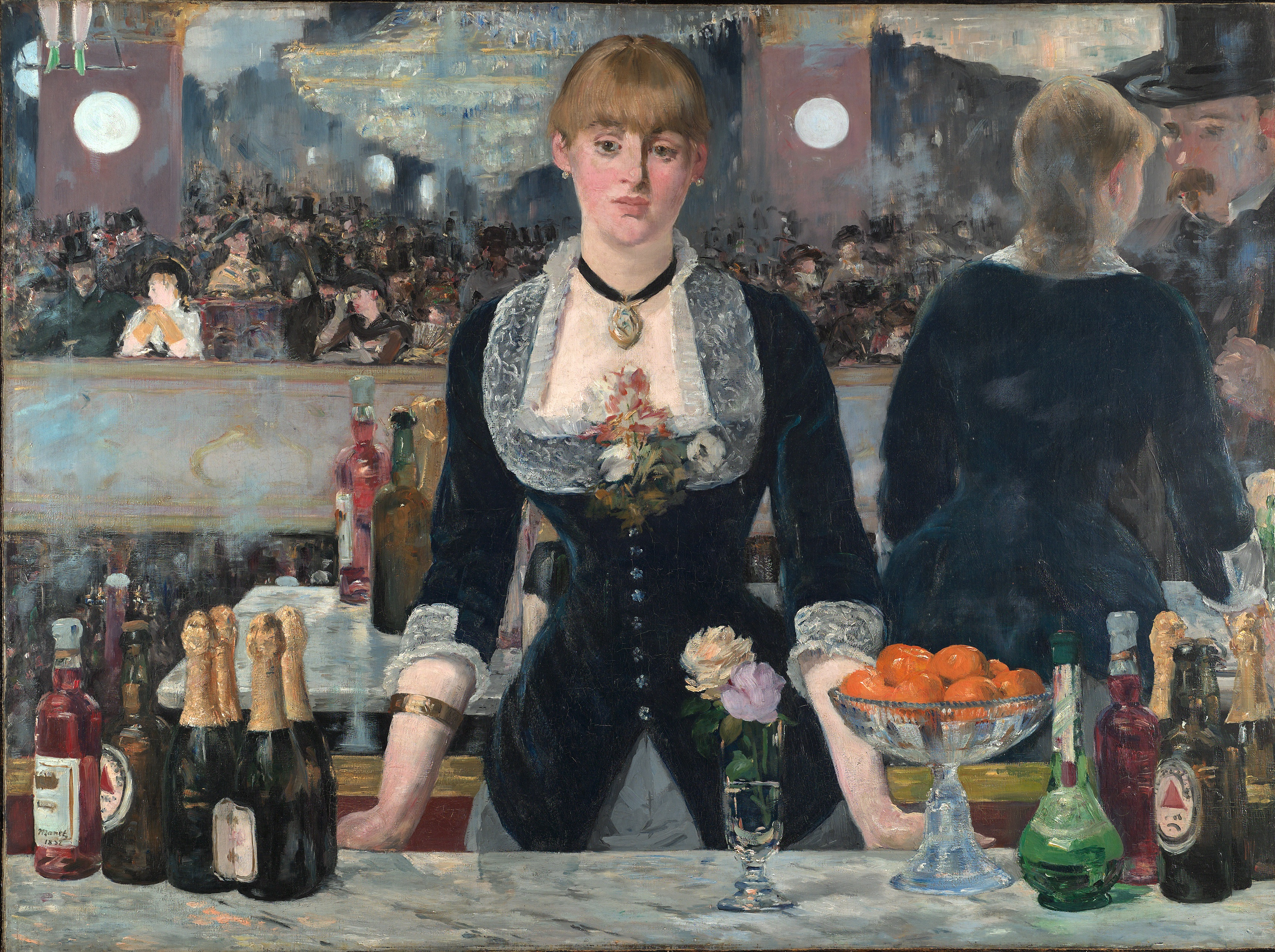
Un Bar la Folies-Bergère; de Édouard Manet; 1881–1882; ulei pe pânză; 96 × 130 cm; Institutul de Artă Courtauld
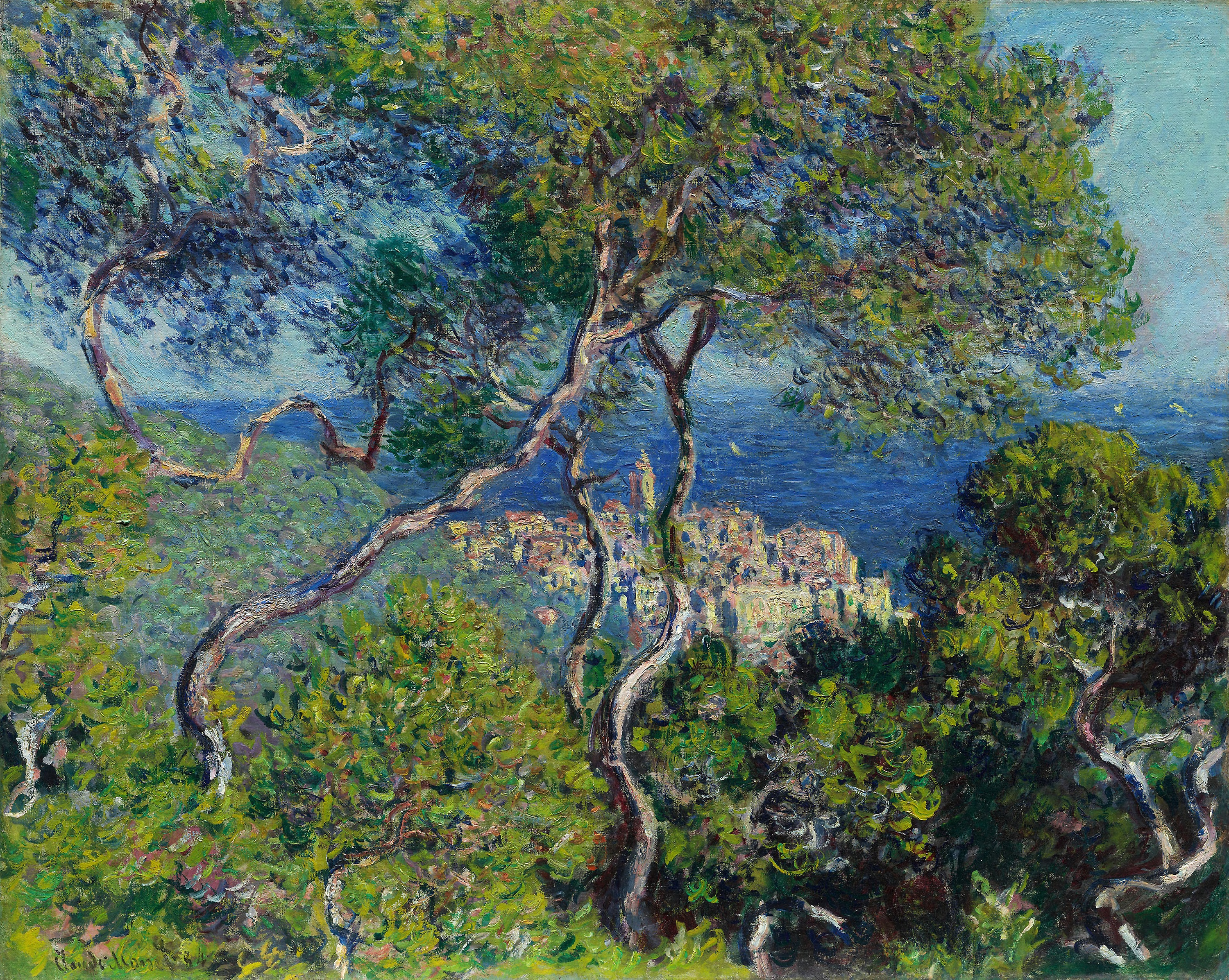
Bordighera; de Claude Monet; 1884; ulei pe pânză; 81 × 65 cm.; Institutul de Artă din Chicago (SUA)
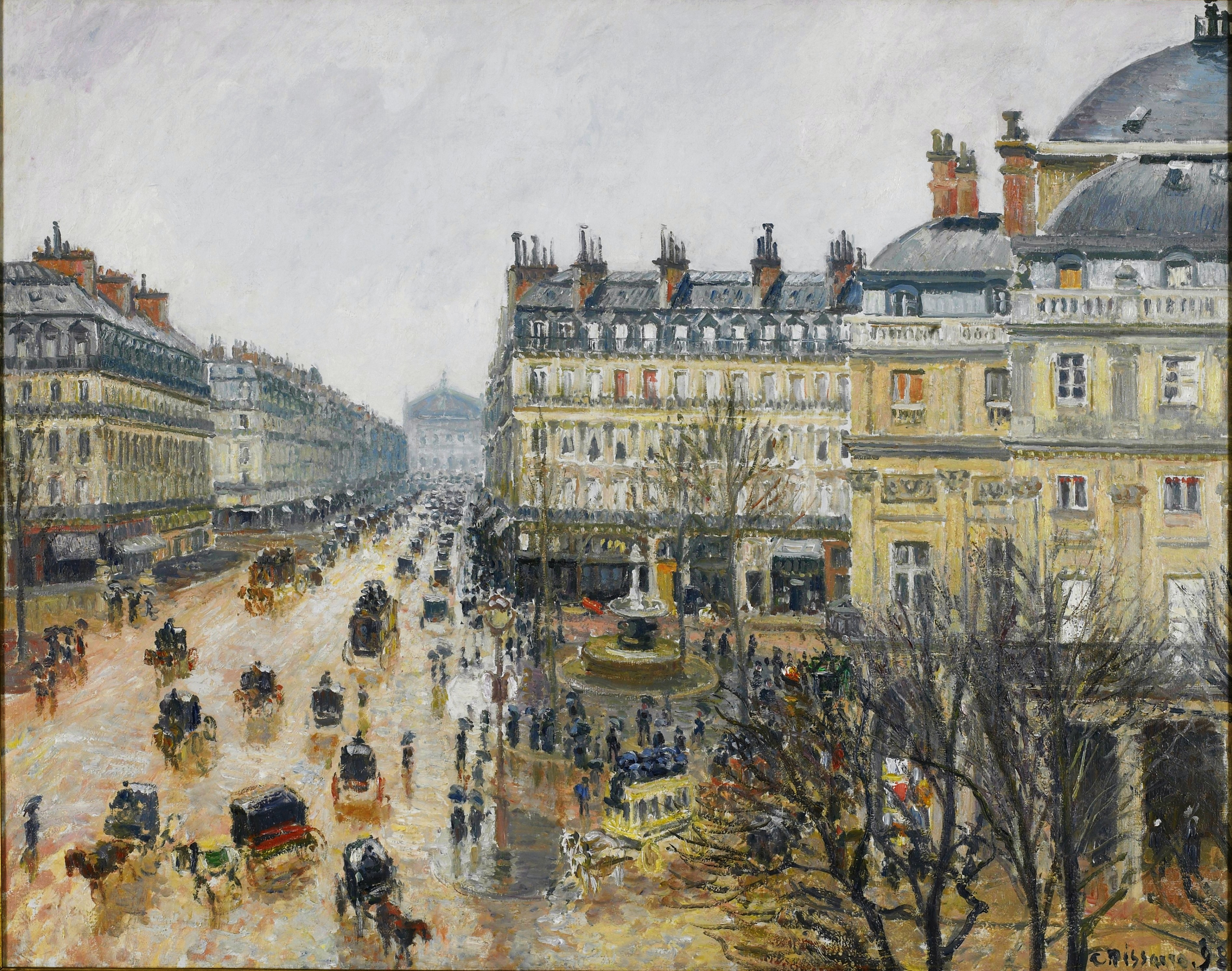
Place du Théâtre Français, Paris: Ploaie; de Camille Pissarro; 1898; ulei pe pânză; 73,6 × 91,4 cm.; Institutul de Artă din Minneapolis (SUA)
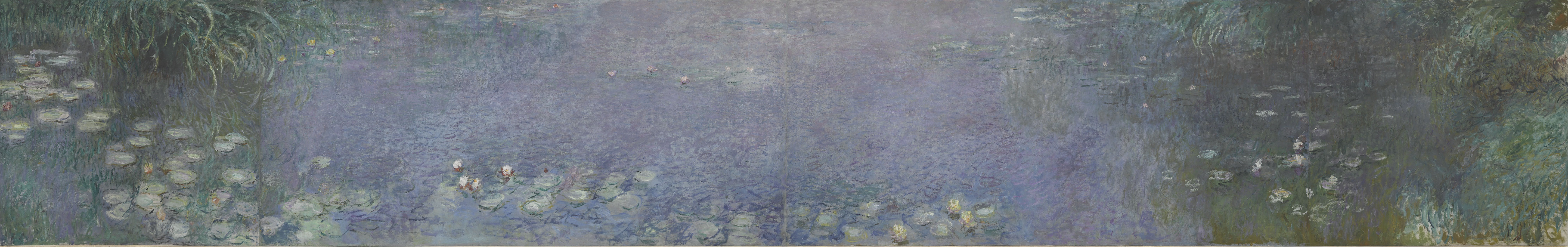
Nuferi, Dimineața; de Claude Monet; circa 1914–1924; ulei pe pănză; 2.000 × 12.750 mm; Musée de l'Orangerie (Paris)

#### Simbolismul (circa 1860 – 1915)

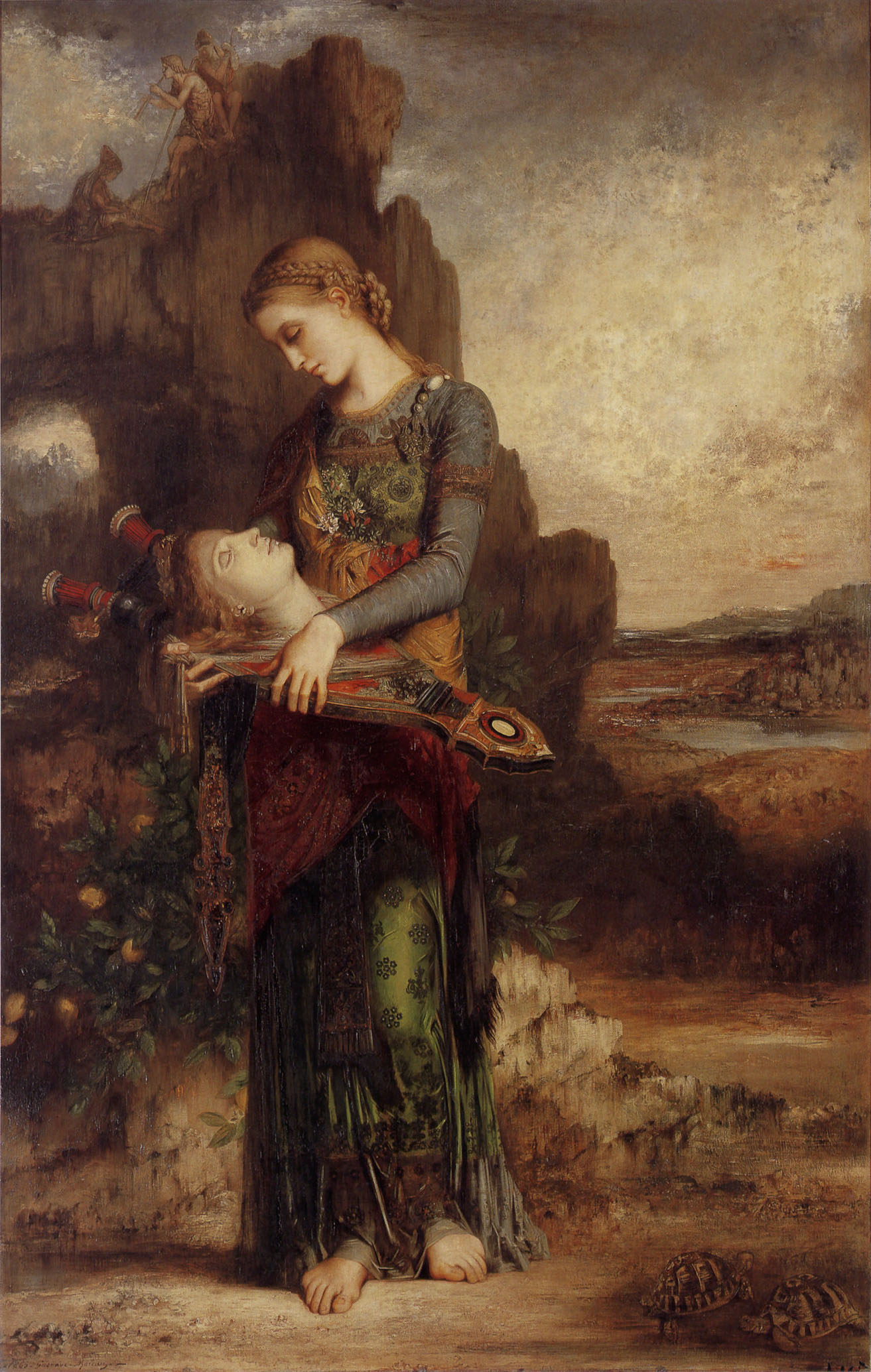
Fata Tracă cu Capul lui Orfeu pe Lira Lui; de Gustave Moreau; 1865; ulei pe canvas; 154 x 99,5 cm; Musée d'Orsay (Paris)

Simbolismul a apărut în Franța și Belgia în al treilea sfert al secolului al XIX-lea și s-a răspândit în Europa în anii 1870, și mai târziu în America într-o măsură mai mică. A evoluat din romantism fără un punct de delimitare clar sau definitoriu, chiar dacă poezia, literatura și, în special, publicarea a Les Fleurs du mal (Florile răului) a lui Charles Baudelaire în 1857 au fost semnificative în dezvoltarea simbolismului. Avea expresie internațională în poezie, literatură, dramă și muzică. În arhitectură, artele aplicate și cele decorative s-au paralelat și s-au suprapus în Art Nouveau-ul. Simbolismul e des legat în mod inextricabil de alte mișcări de artă contemporană lui, răspândind și găsind expresie în alte stiluri ca postimpresionismul, Les Nabis, Mișcarea Decadentă, Fin de siècle, Art Nouveau-ul, Secesiunea din München, Secesiunea vieneză, expresionismul și chiar și prerafaeliții, care se formaseră înainte și au influențat și simbolismul. Artiști la fel de diferiți ca James McNeill Whistler, Eugène Carrière, Ferdinand Hodler, Fernand Khnopff, Giovanni Segantini, Lucien Lévy-Dhurmer, Jean Delville și James Ensor au avut diferite grade de asociere cu simbolismul. Istoricul de artă Robert L. Delevoy a scris că „Simbolismul a fost mai puțin o școală decât atmosfera unei perioade.” A început repede să se estompeze odată cu apariția fauvismului, cubismului, futurismului și s-a disipat în mare parte odată cu izbucnirea Primului Război Mondial. Cu toate astea, a găsit o anumită dezvoltare și relevanță susținută în școala metafizică, care la rândul său a avut o influență profundă asupra suprarealismului.
Subiectele, temele și semnificațiile artei simboliste sunt deseori ascunse și obscure, dar în cel mai bun caz reușesc încă să rezoneze profund la nivel psihologic sau emoțional. Subiectele sunt des prezentate sub formă de metafore sau alegorii, având ca scop evocarea emoțiilor și ideilor extrem de subiective, personale, introspective în privitor, fără să definească sau să abordeze în mod clar subiectul. Poetul Stéphane Mallarmé a scris „înfățișați nu lucrul, ci efectul pe care îl produce” și „A numi un obiect înseamnă a suprima trei sferturi din plăcerea poeziei, care este făcută să fie înțeleasă puțin câte puțin”. Pictorul englez George Frederic Watts a declarat „Eu pictez idei, nu lucruri”.

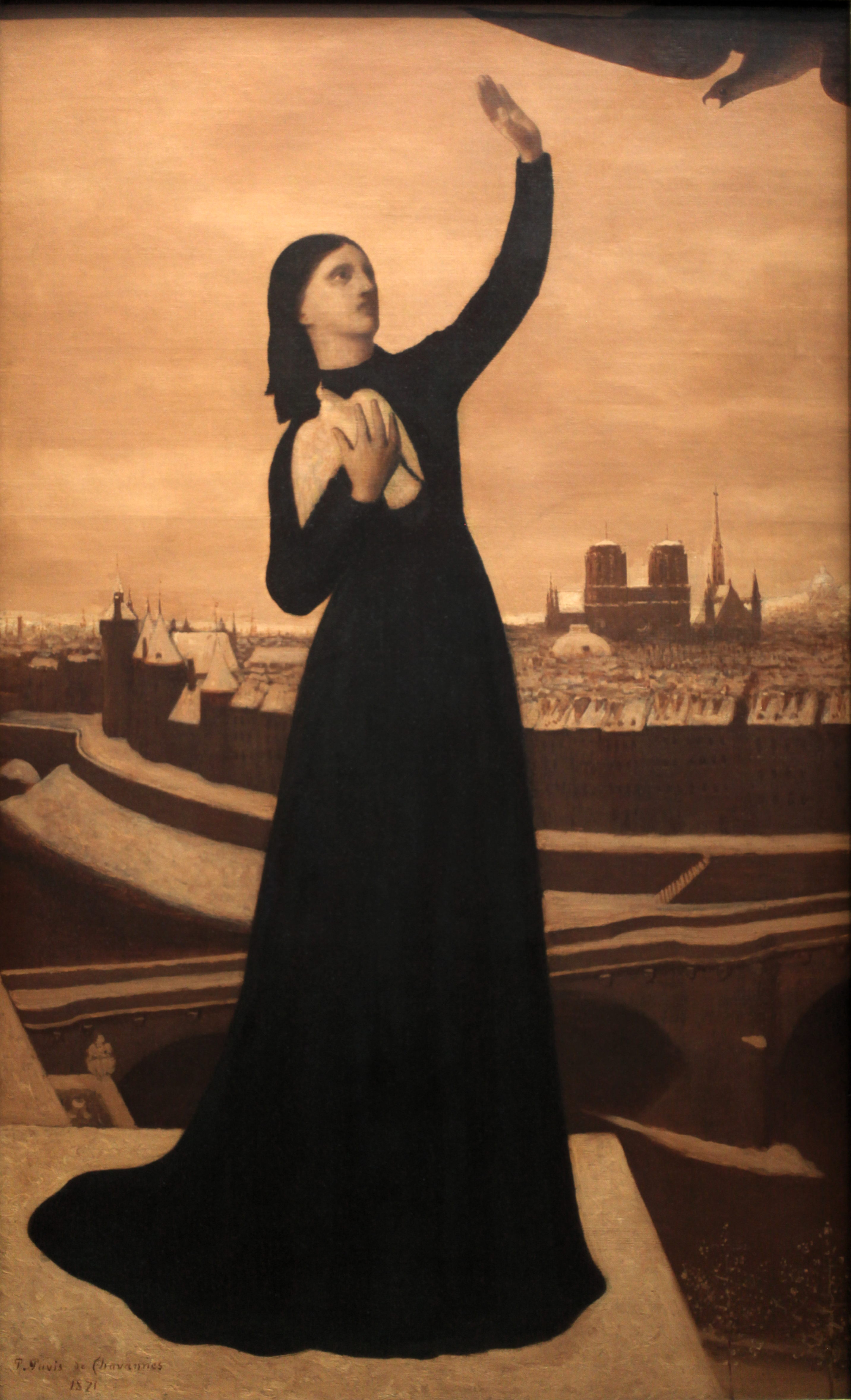
Porumbelul Carrier; de Pierre Puvis de Chavannes; 1871; ulei pe pânză; 136,7 x 86,5 cm; Musée d'Orsay (Paris)
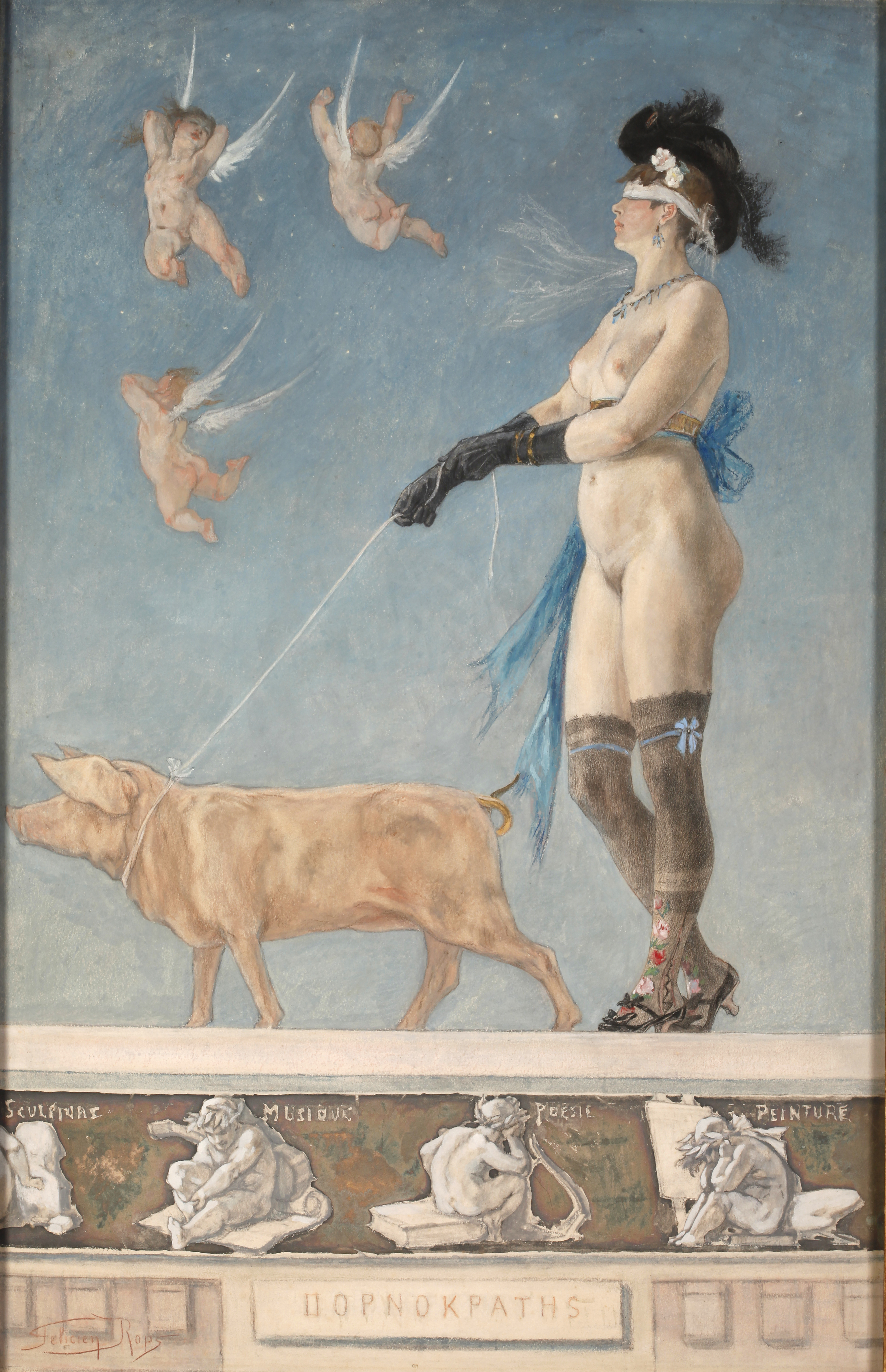
Pornocrates; de Félicien Rops; 1878; acuarelă, guașă și pastel; 75 x 48 cm; Musée Félicien Rops (Namur, Belgia)
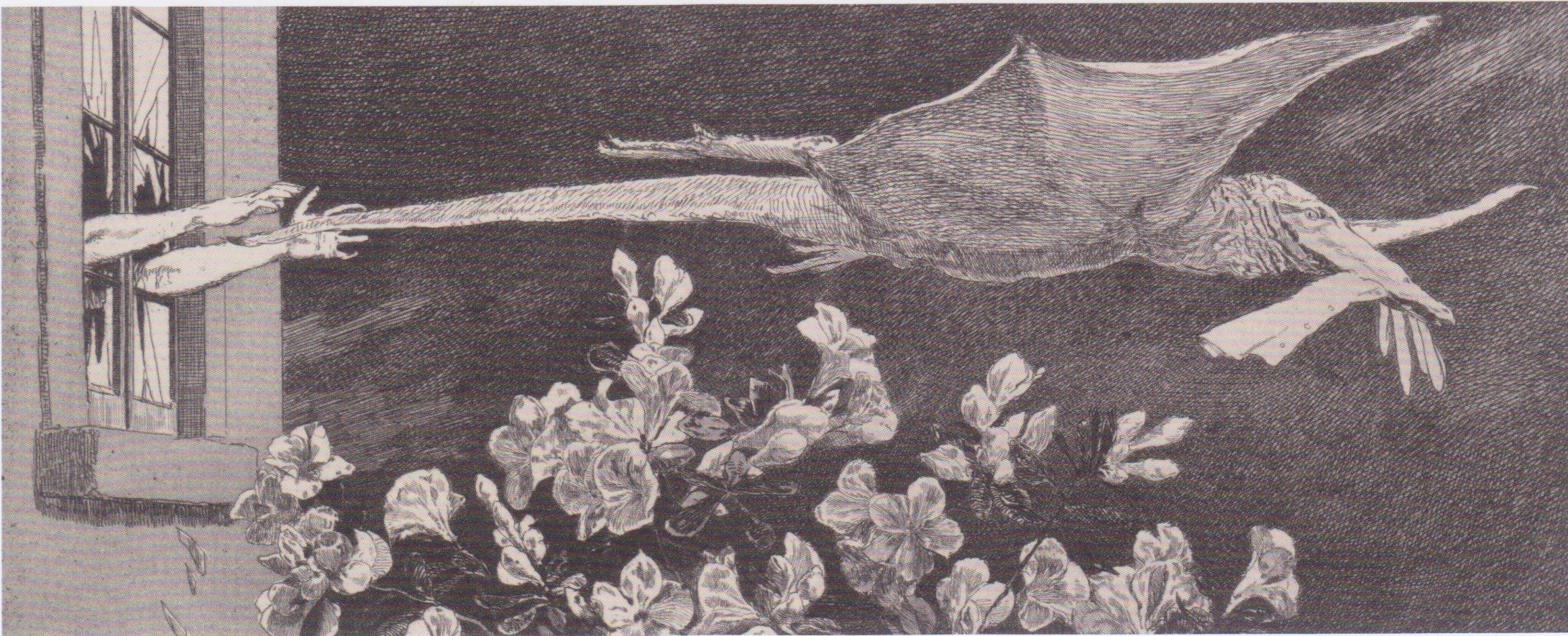
Entführung [Răpire]; de Max Klinger; 1891; gravură și acvatintă; 11,9 x 26,9 cm; Muzeul Albertina (Viena, Austria)
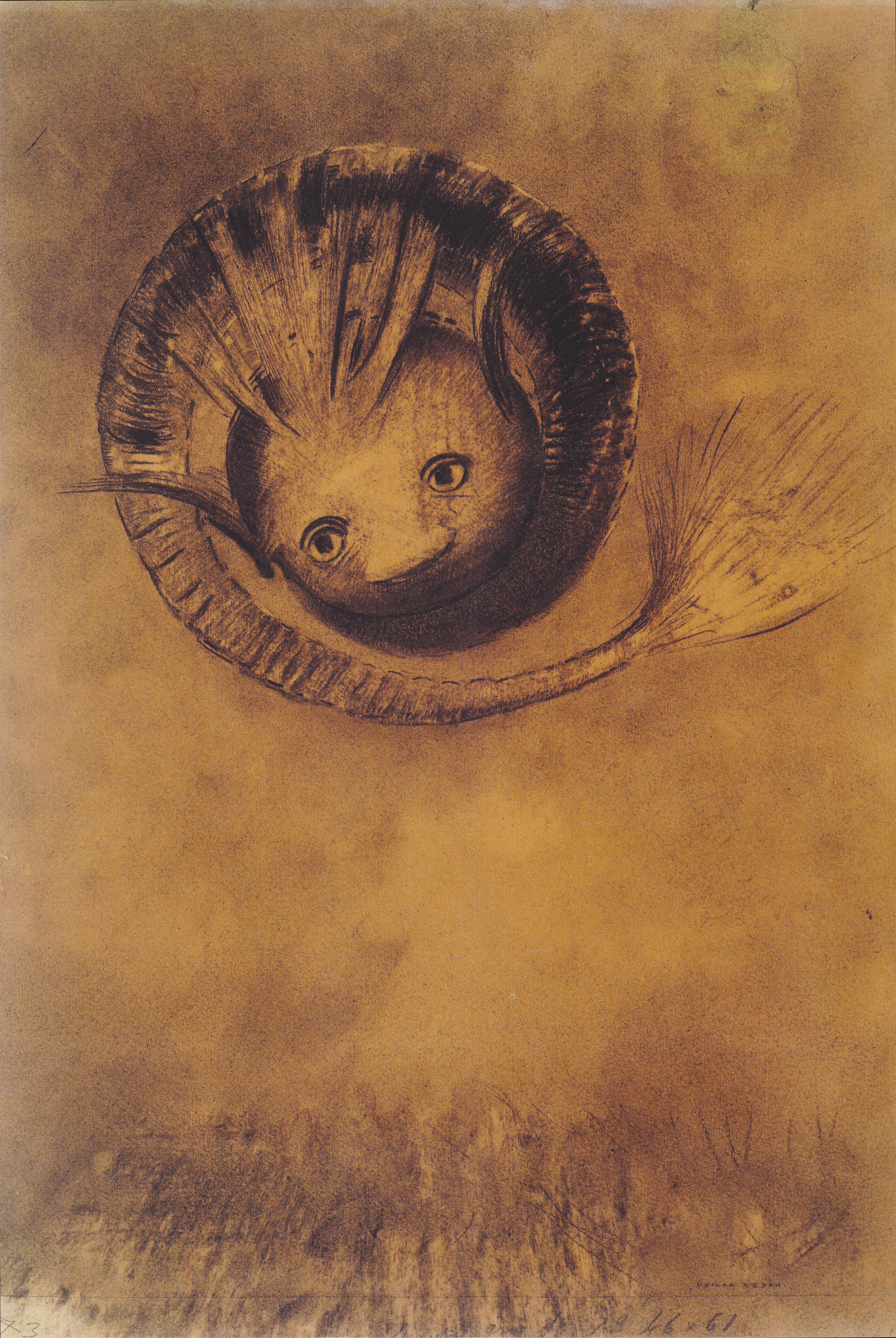
Himeră; de Odilon Redon; 1883; cărbune și cretă neagră pe hârtie; 50,4 x 34 cm; Muzeul Kröller-Müller (Otterlo, Țările de Jos)
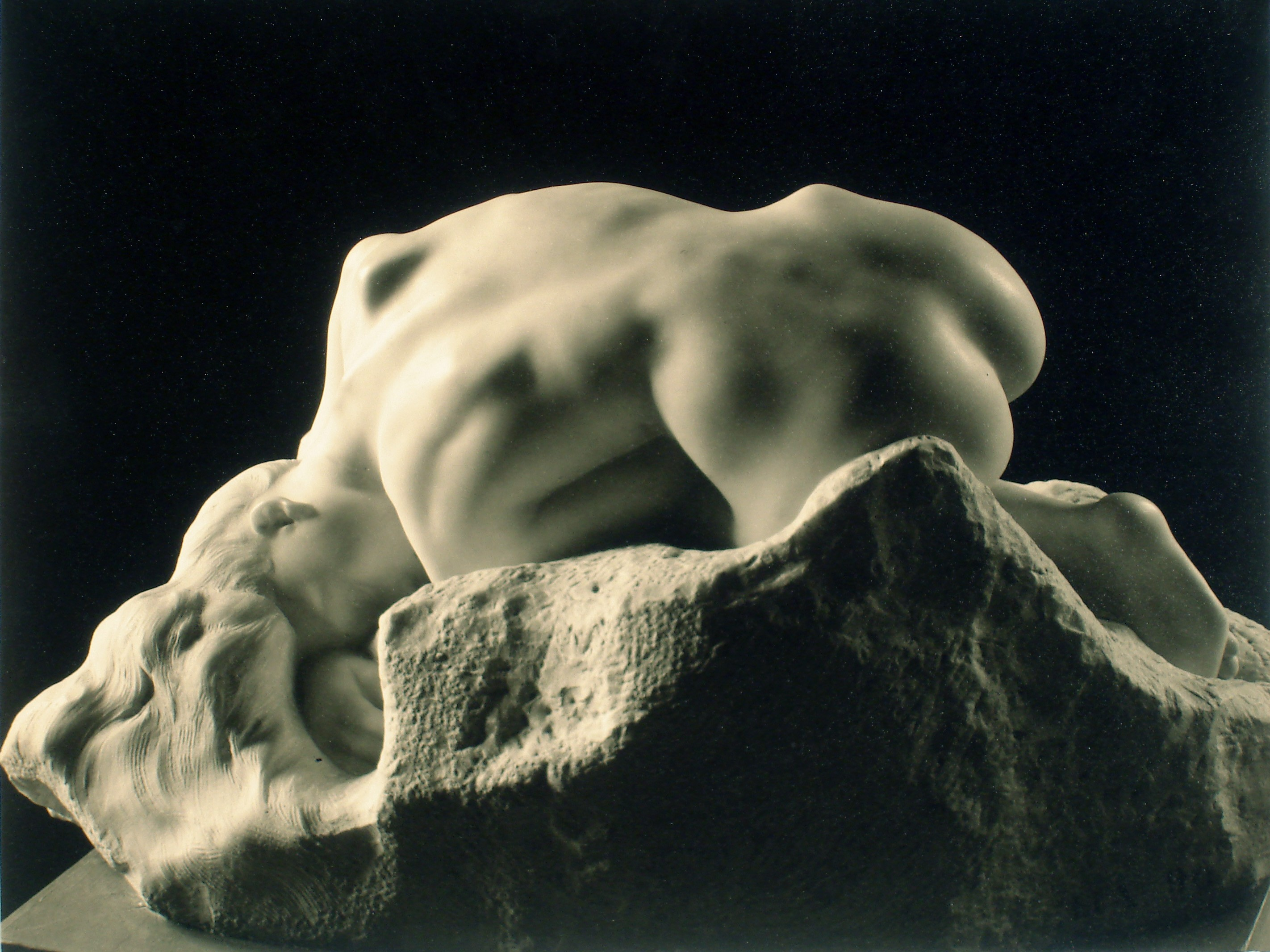
Andromeda (fostul titlu fiind Danaid); de Auguste Rodin; 1886; marmură; 29 x 32 x 20 cm; Muzeul Național de Arte Frumoase (Buenos Aires, Argentina)
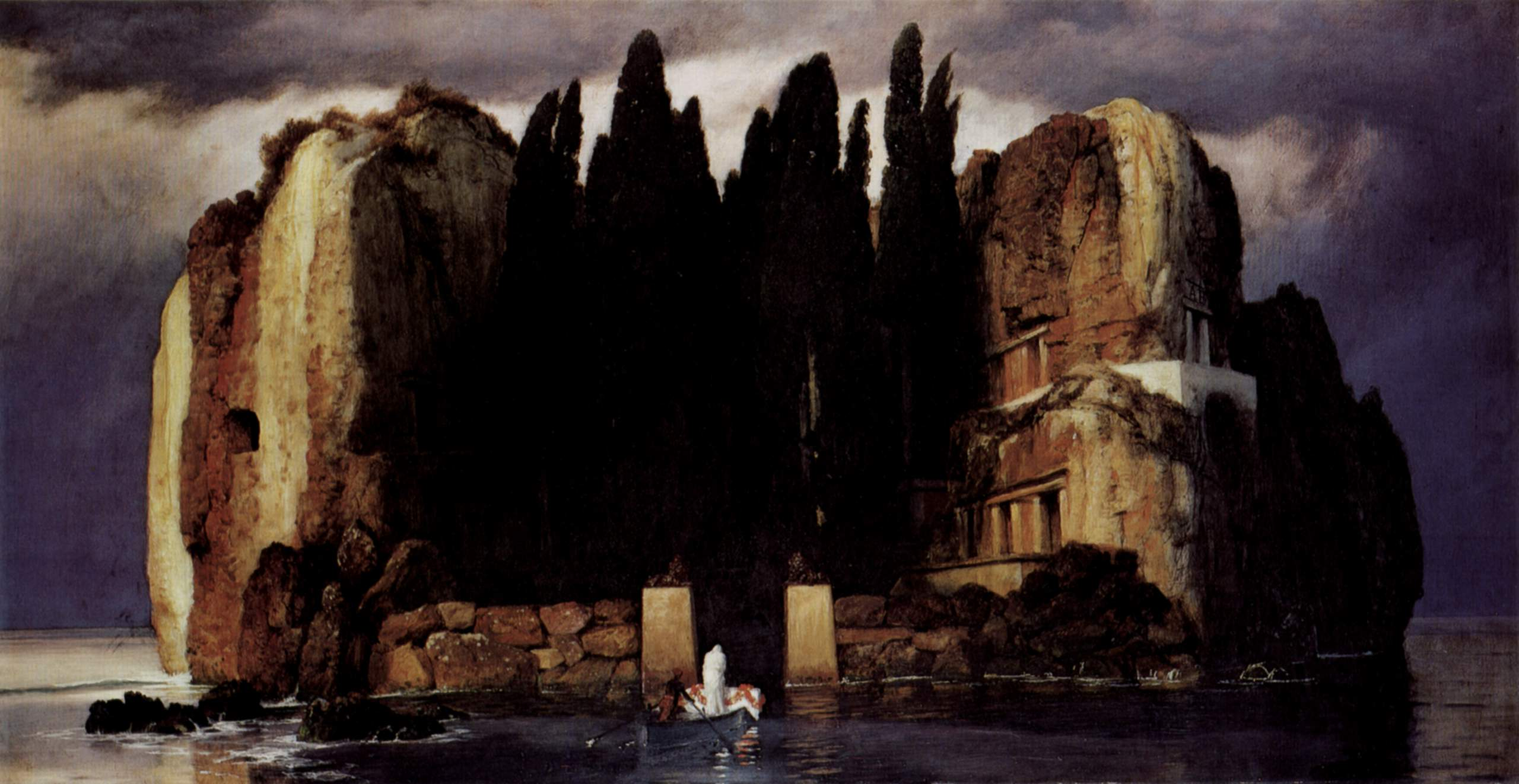
Insula Morților (a V-a versiune); de Arnold Böcklin; 1886; ulei pe panou; 80,7 x 150 cm; Museum der bildenden Künste (Leipzig, Germania)
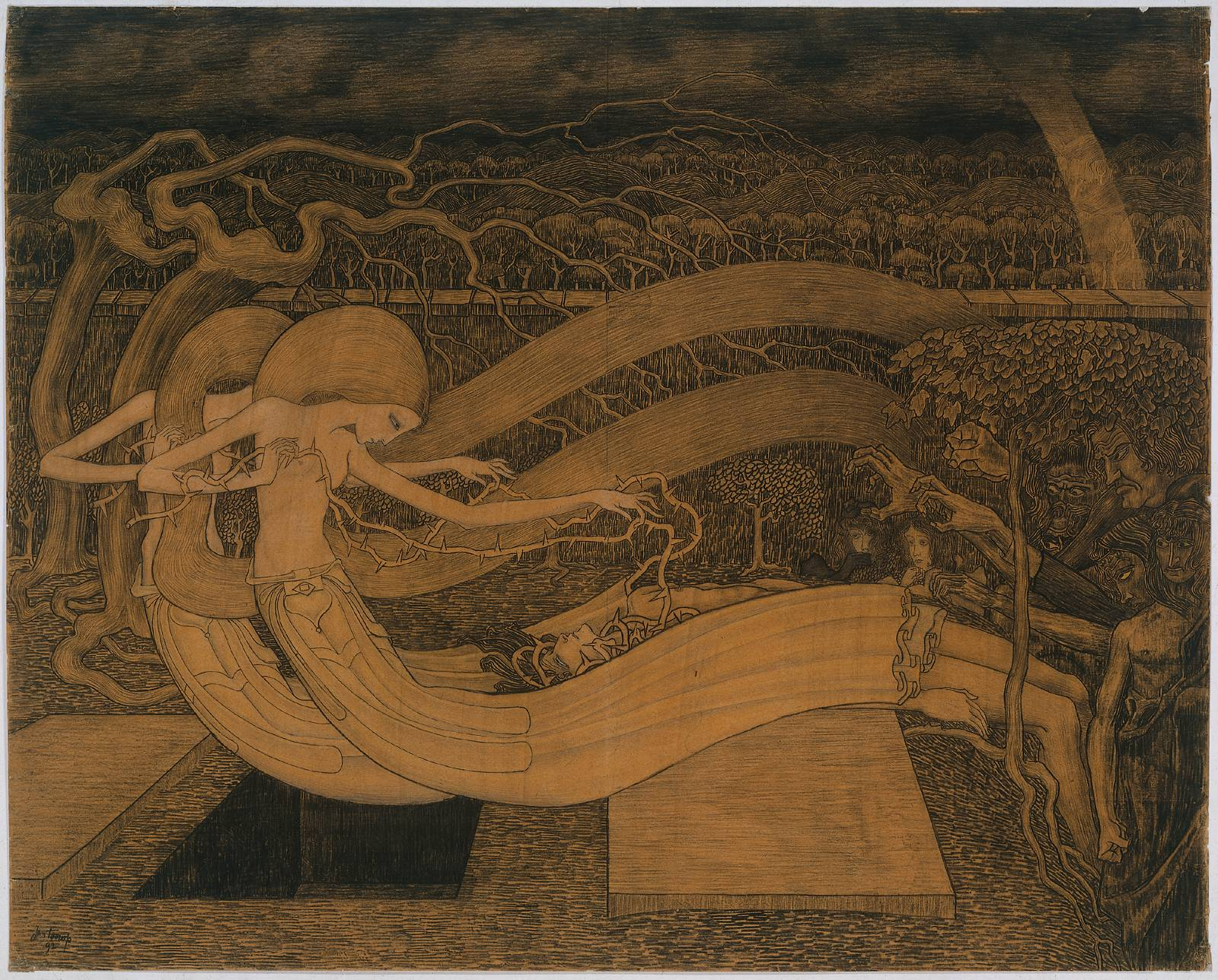
O grave, where is thy Victory; de Jan Toorop; 1892; creion și cretă; 60,4 x 75,3 cm; Rijksmuseum (Amsterdam, Țările de Jos)
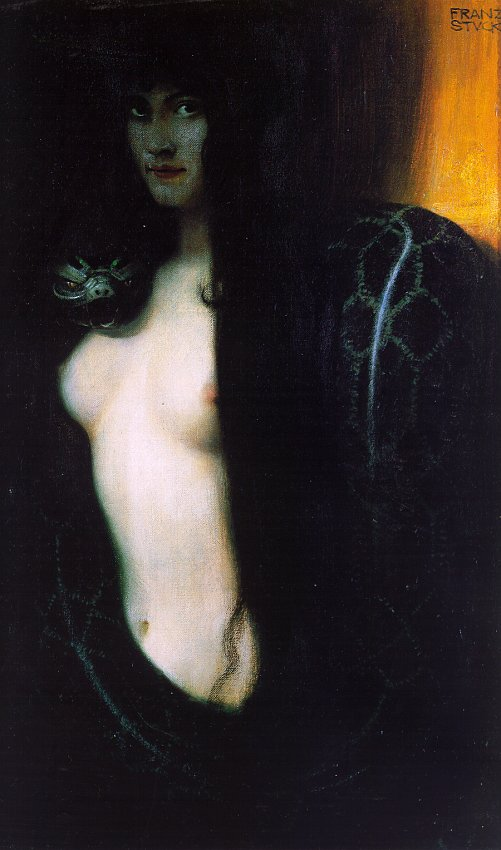
Păcatul; de Franz von Stuck; 1893; ulei pe pânză; 94,5 x 59,5 cm; Neue Pinakothek (München, Germania)
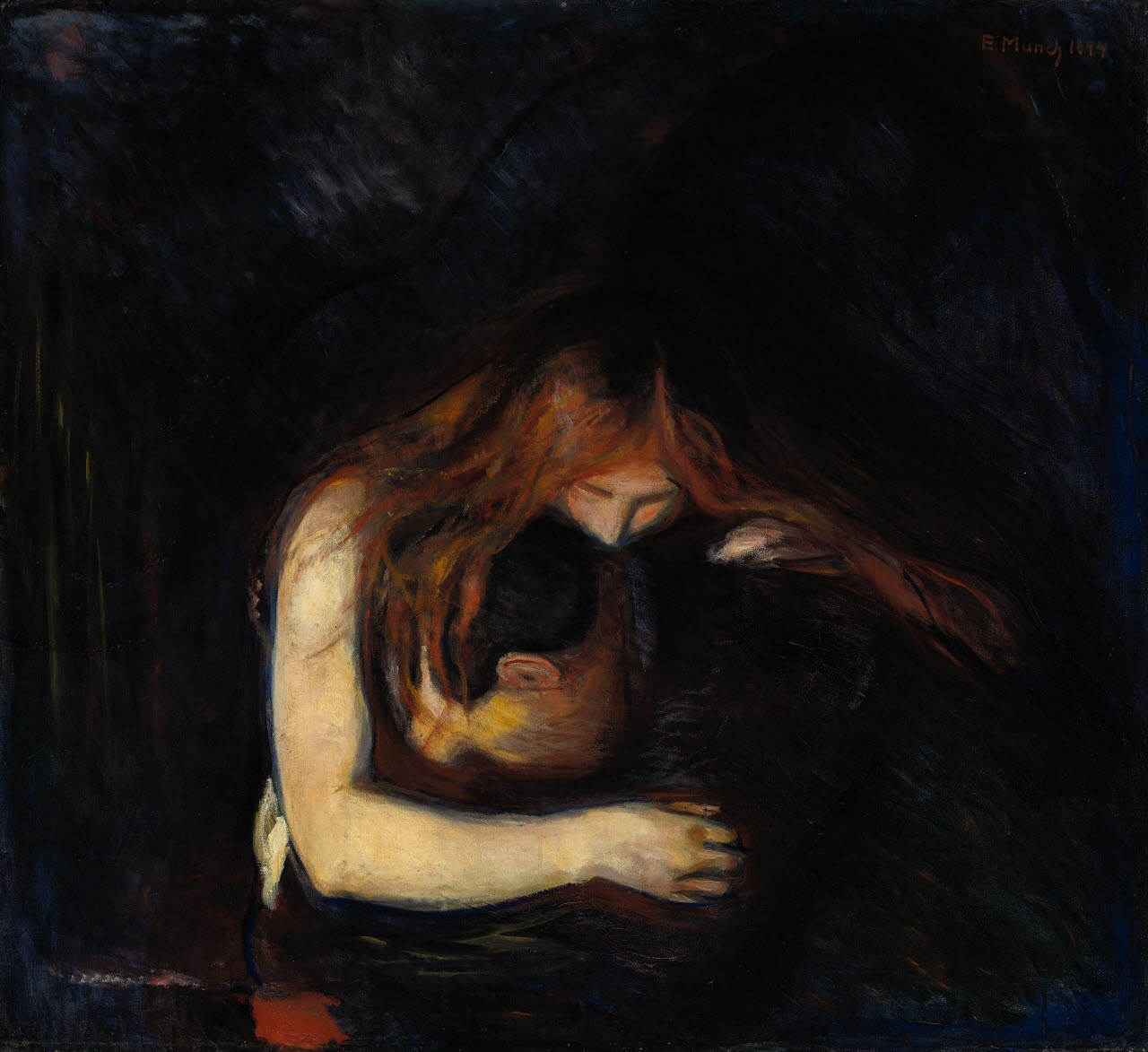
Vampirul; de Edvard Munch; 1894; ulei pe pânză; 100 × 110 cm; Muzeul Munch (Oslo, Norvegia)
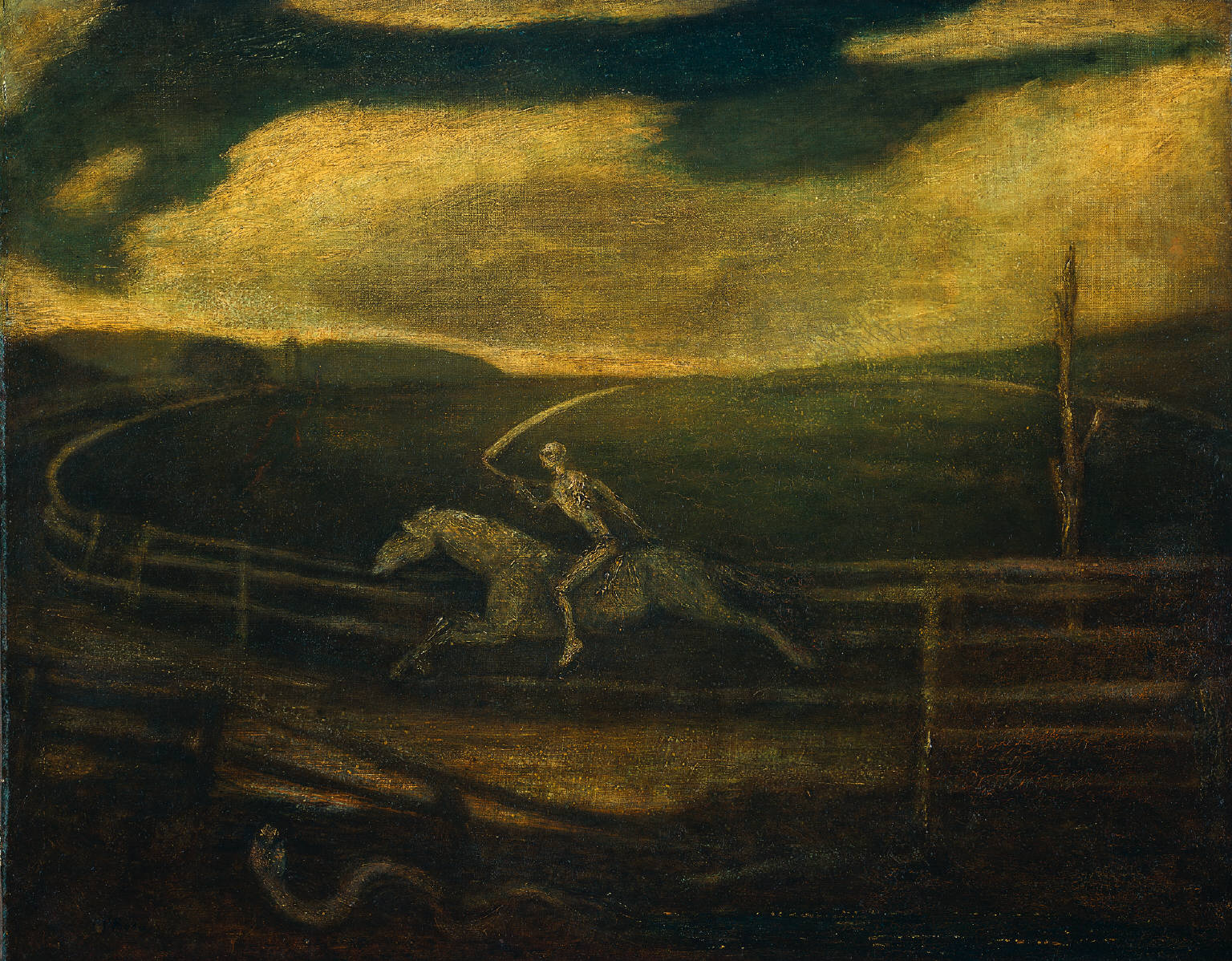
Pista de Curse (Moartea pe un Cal Pal); de Albert Pinkham Ryder; 1896–1908; ulei pe canvas; 70,5 x 90 cm; Muzeul de Artă din Cleveland (SUA)
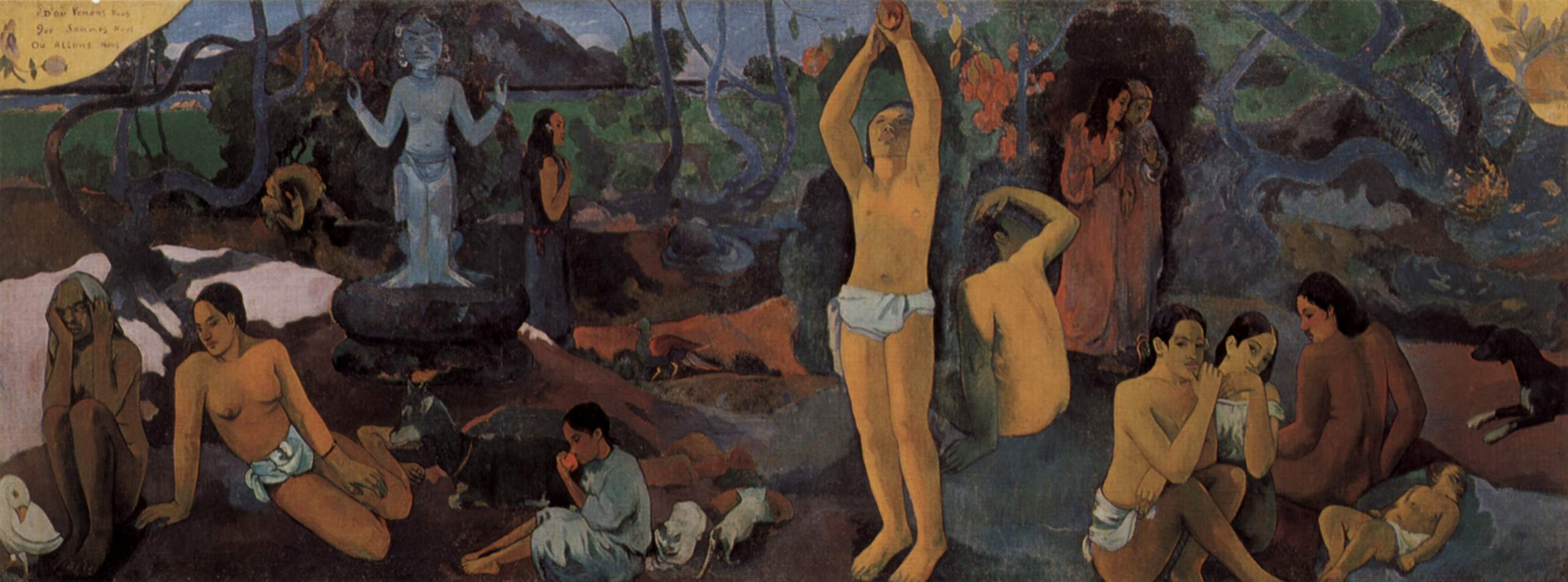
De unde venim? Cine suntem? Unde ne ducem?; de Paul Gauguin; 1897; ulei pe pânză; 141 x 376 cm; Muzeul de Arte Frumoase (Boston, SUA)
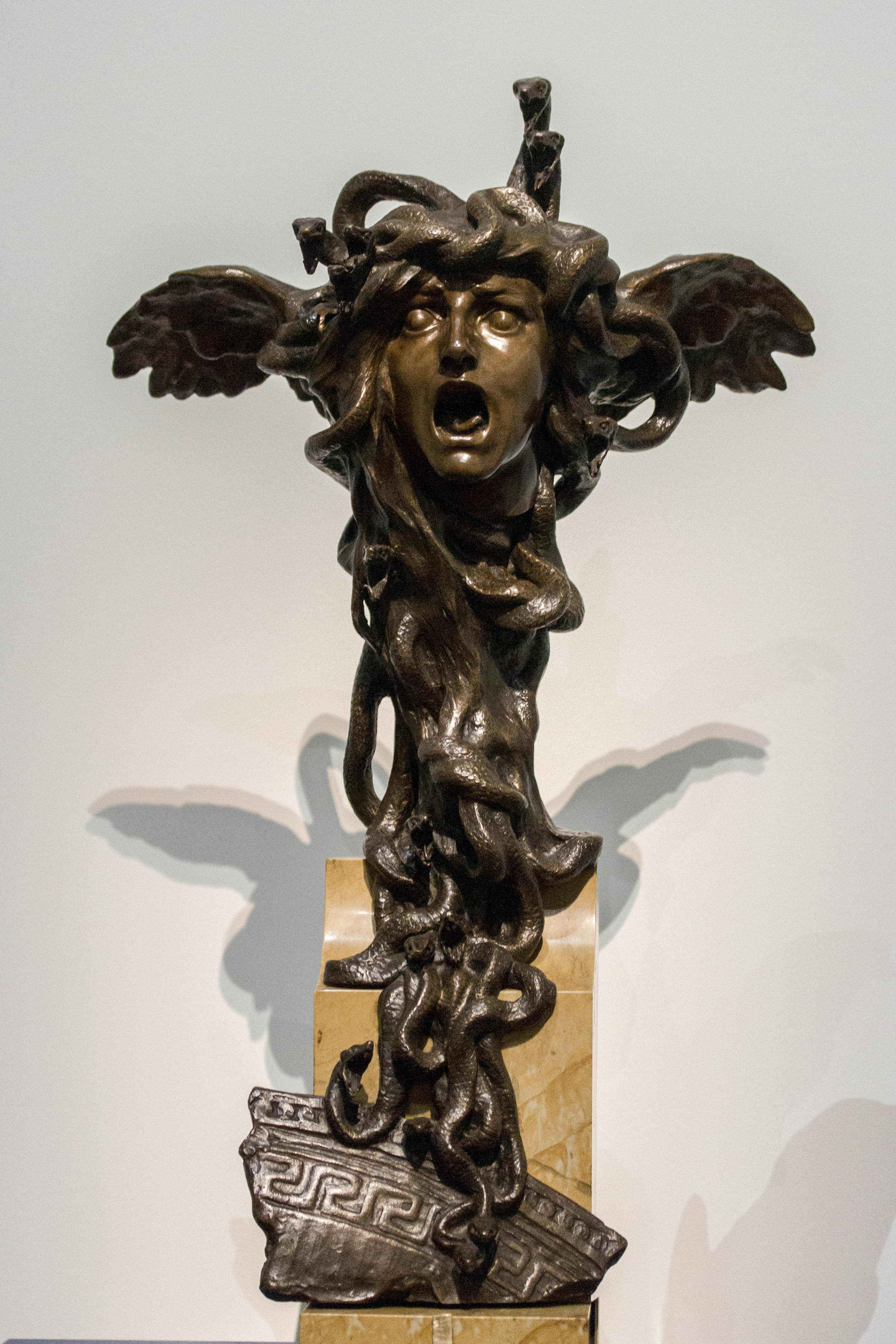
Medusa; de Fernand Khnopff; 1900; bronz cu o bază de marmură; Muzeul Fin de Siècle (parte a Muzeului Regal de Arte Frumoase al Belgiei din Bruxelles)
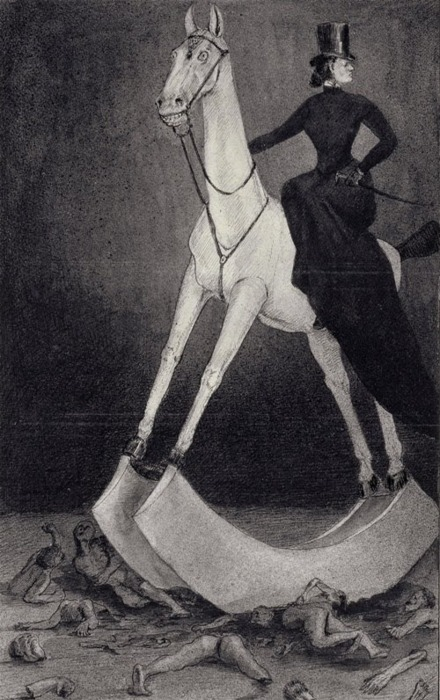
Doamna de pe Cal; se Alfred Kubin; 1901; stilou, cerneală, laviu și spray; 39.7 x 31 cm
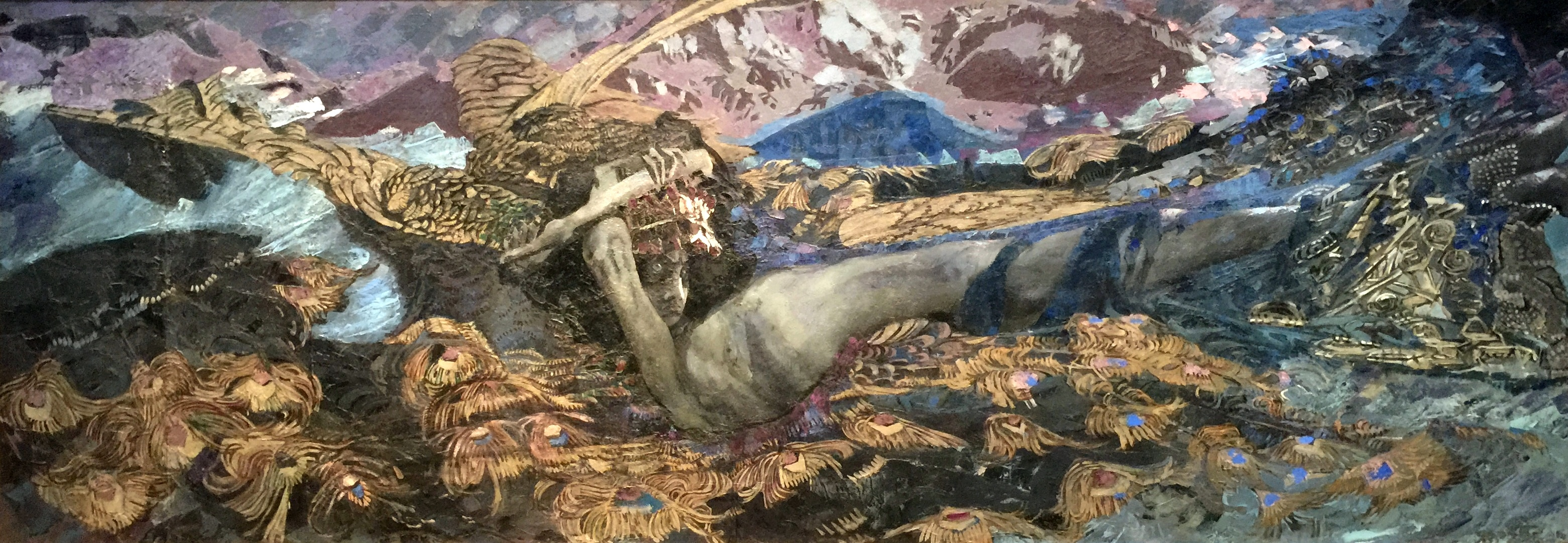
Demonul Căzut; de Mihail Vrubel; 1902; Galeria Tretiakov (Moscova)
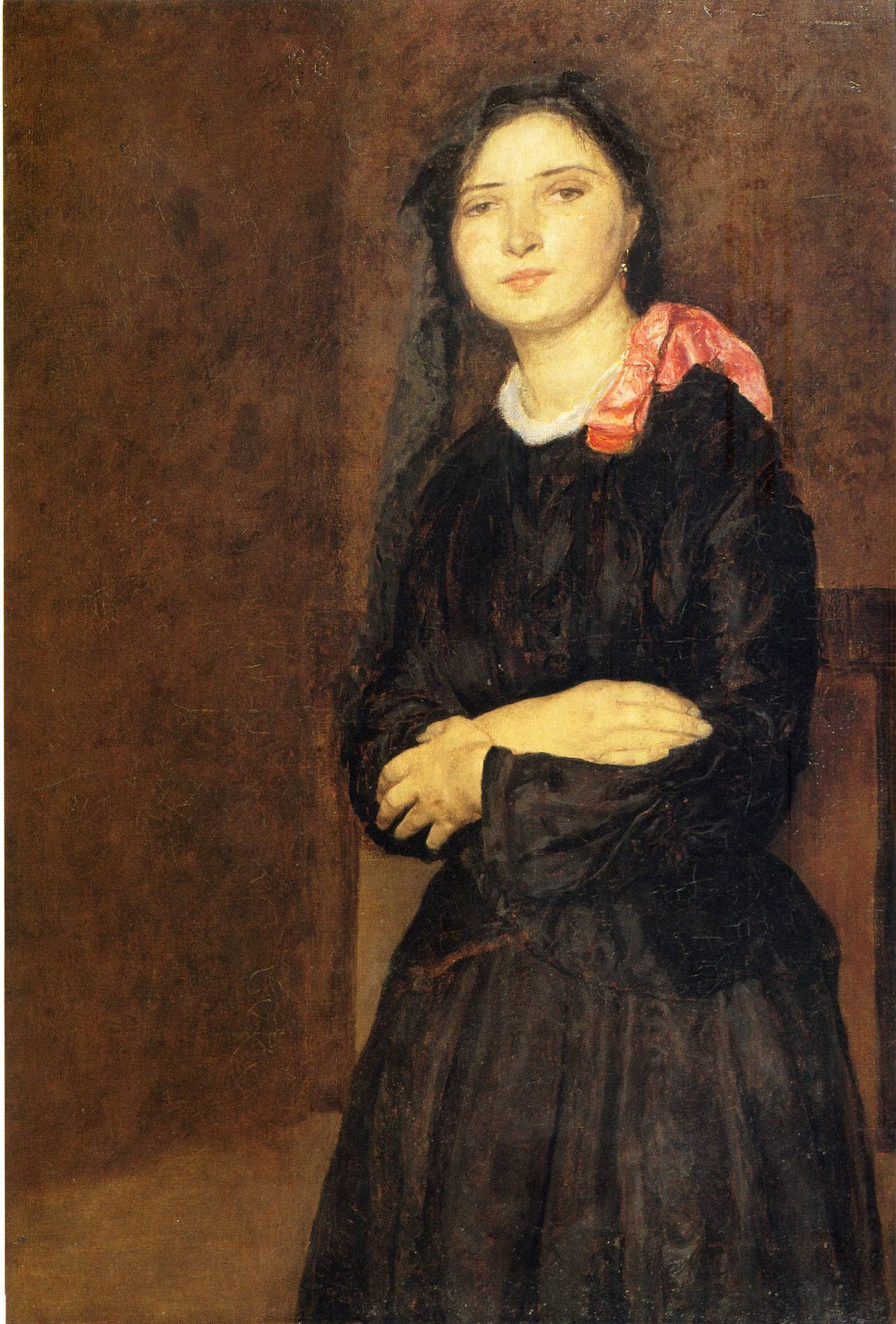
Dorelia într-o Rochie Neagră; de Gwen John; 1903-1904; Tate Britain (Londra)
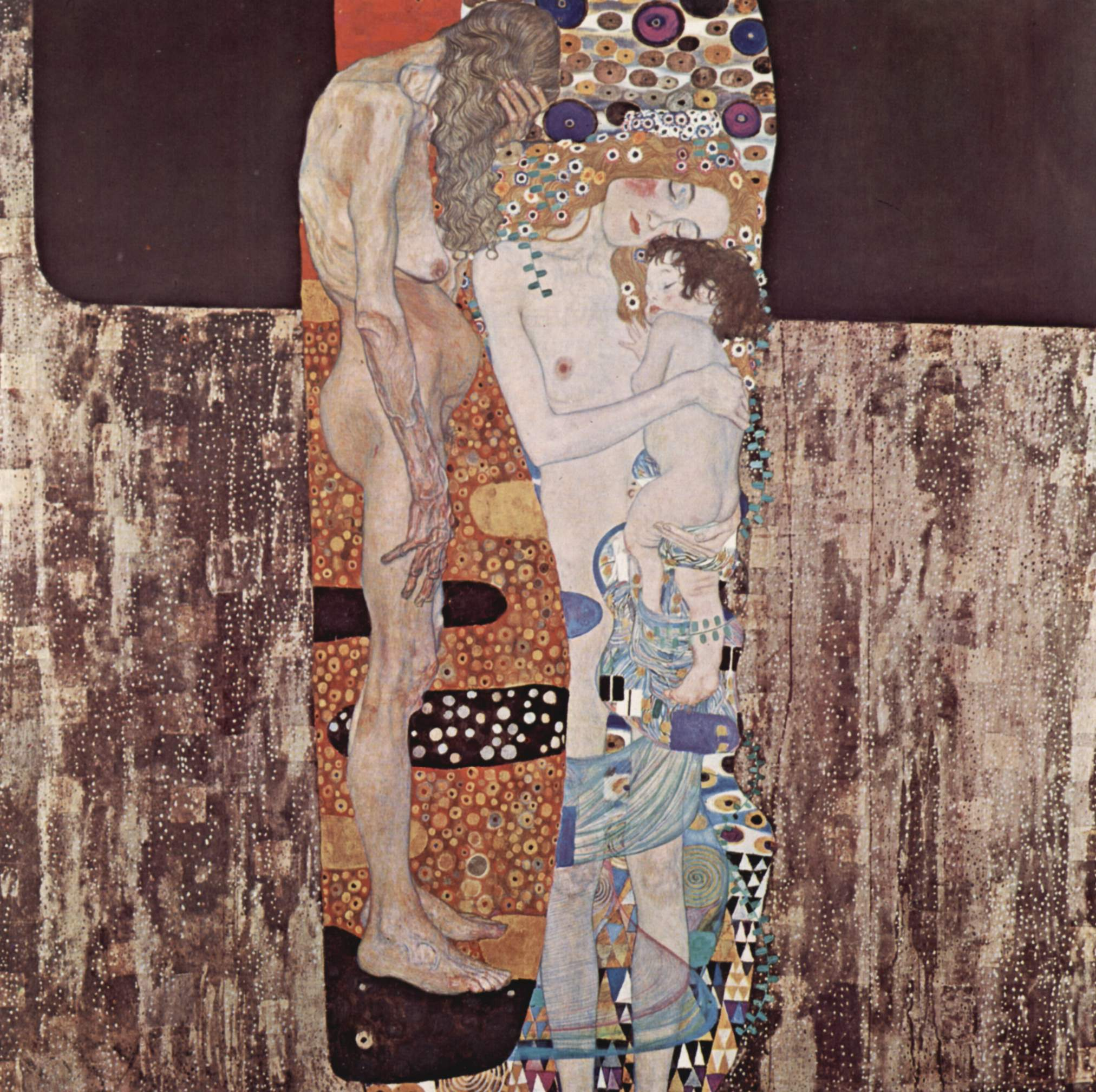
Cele Trei Vârste ale Femeii; de Gustav Klimt; 1905; ulei pe canvas; 180 × 180 cm; Galeria Națională de Artă Modernă și Contemporană (Roma)

#### Mișcarea Arts and Crafts (circa 1860 – 1915)

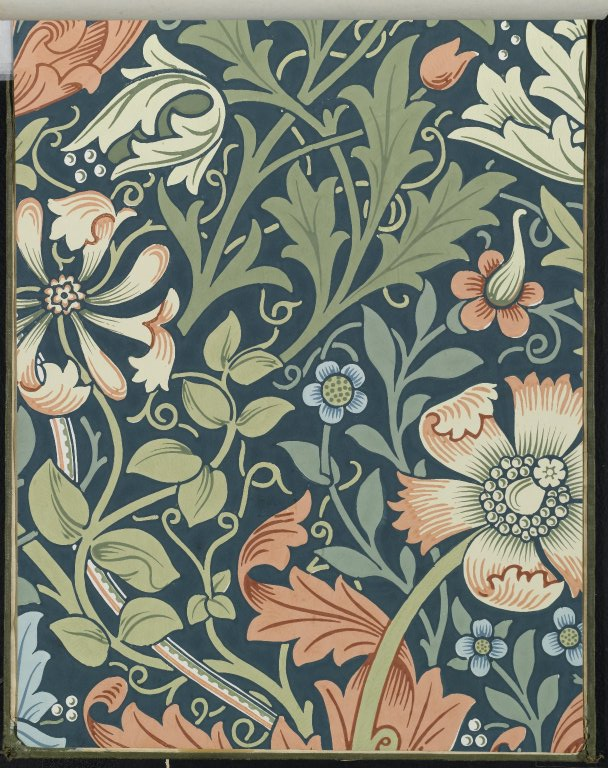
Eșantion de tapet; de William Morris; 1915-1917; hârtie printată; 54,6 × 36,8 cm; Muzeul Brooklyn (New York City)

Mișcarea Arts and Crafts s-a manifestat mai ales în arhitectură și în artele decorative, unde a promovat măiestria tradițională, folosirea materialelor disponibile la nivel local și integritatea modului în care au fost făcute lucrurile.  A început în Marea Britanie de la sfârșitul secolului al XIX-lea, când scriitori ca John Ruskin și William Morris au respins producția în masă și articolele confecționate de mașinări, de multe ori, de calitate slabă, care se găseau în multe case și magazine. Morris, în special, credea în importanța meșterului individual și a susținut revenirea la meșterul manual, care, a susținut el, nu numai că va produce mobilă, ceramică, textile și alte articole mai bune, dar va ajuta și oamenii să conducă mai bine, vieți mai împlinite. Producția de masă, a susținut el, a fost responsabilă de o scădere a valorilor. Mulți designeri de artă și meșteșuguri au fost atrași de influența meșteșugurilor medievale, iar obiectele și interioarele lor au exploatat calitățile distinctive ale materialelor naturale, de la stejar frumos finisat până la tapiserii țesute manual. Totuși alții au căutat mai departe inspirația, încorporând culori vii inspirate din arta islamică sau motive egiptene antice în operele lor. Noduri, vârtejuri, cruci celtice și alte motive inspirate din arta celtică antică prezentate în lucrările multor designeri Arts and Crafts, notabile fiind cele ale lui Archibald Knox, în special în prelucrarea metalelor.
Expus pe scară largă în Europa, simplitatea stilului Arts and Crafts a inspirat artiști precum Carl Larsson și soția, Karin Bergöö Larsson, designeri ca Henry van de Velde și stiluri ca Art Nouveau-ul, grupul olandez De Stijl, Secesiunea vieneză și, în cele din urmă, Bauhaus. Nikolaus Pevsner a considerat stilul ca un preludiu al modernismului, care a folosit forme simple fără ornamente. Secesiunea vieneză a încurajat în parte artiștii și scriitorii din Europa Centrală, sub domnia habsburgică, să revină la rădăcinile lor naționale și populare. În Polonia, a dat naștere la înflorirea a „Młoda Polska” (Tânăra Polonie), ai cărei exponenți notiți sunt Jacek Malczewski, Jan Stanisławski, Józef Mehoffer, Józef Pankiewicz, Leon Wyczółkowski, Olga Boznańska, Stanisław Wyspiański, Wojciech Gerson și Wojciech Kossak.

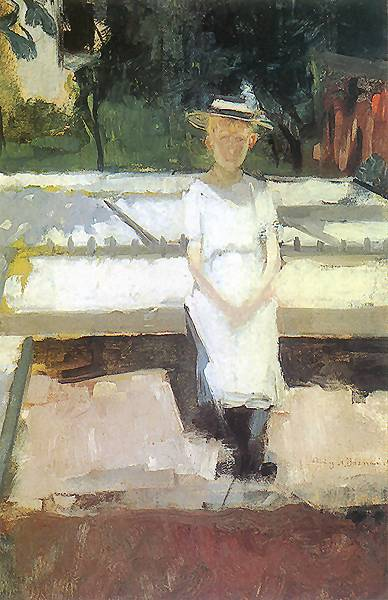
Fată pe o bancă de grădină; de Olga Boznańska; 1896; ulei pe carton; 65,5 cm x 42,5 cm; Muzeul Național al Poloniei (Varșovia)
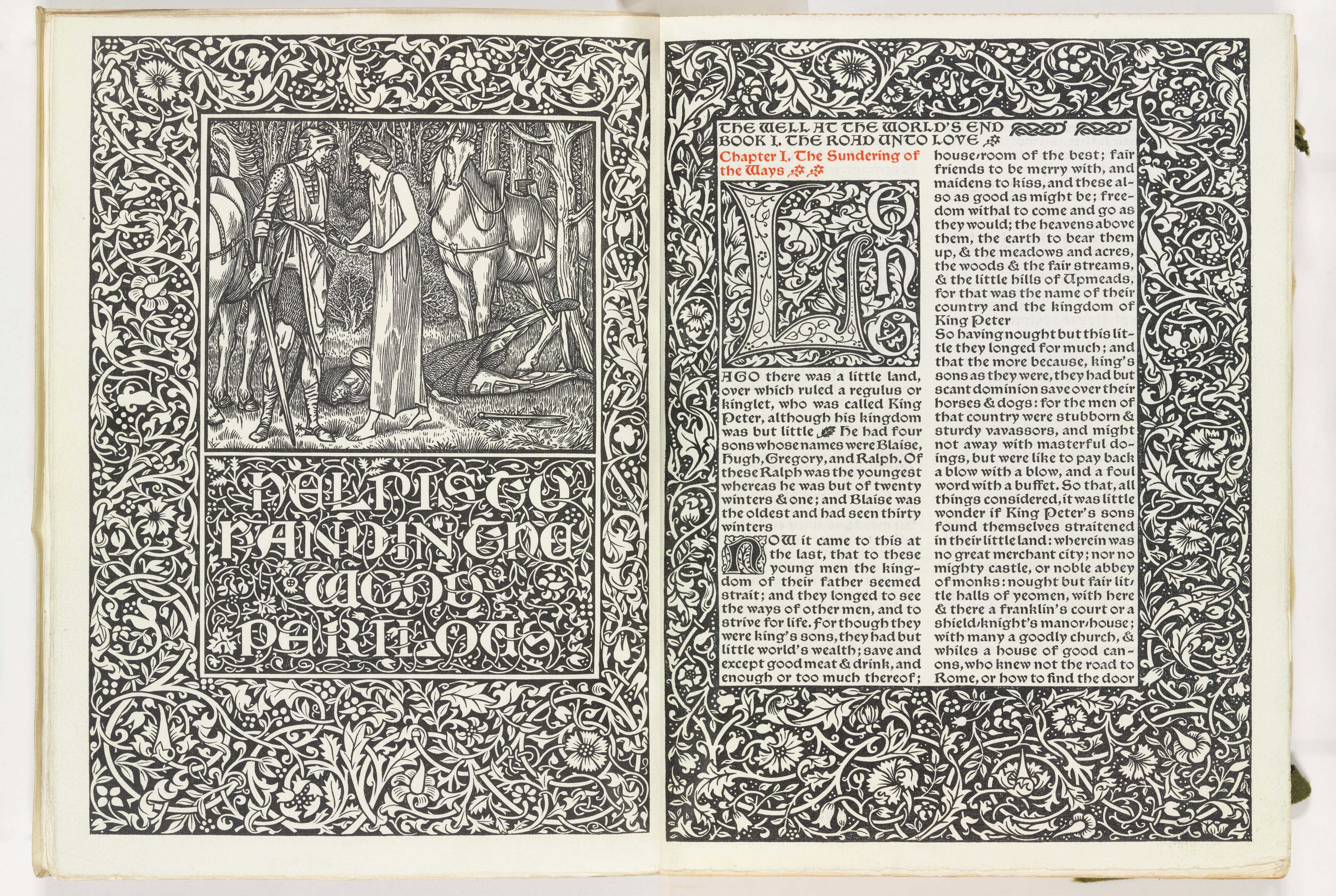
Fântâna de la Capătul Lumii; de William Morris și Edward Burne-Jones; 1896; ilustrațiile: xilogravuri; 28,9 x 21 x 5,1 cm; Muzeul Metropolitan de Artă (New York City)
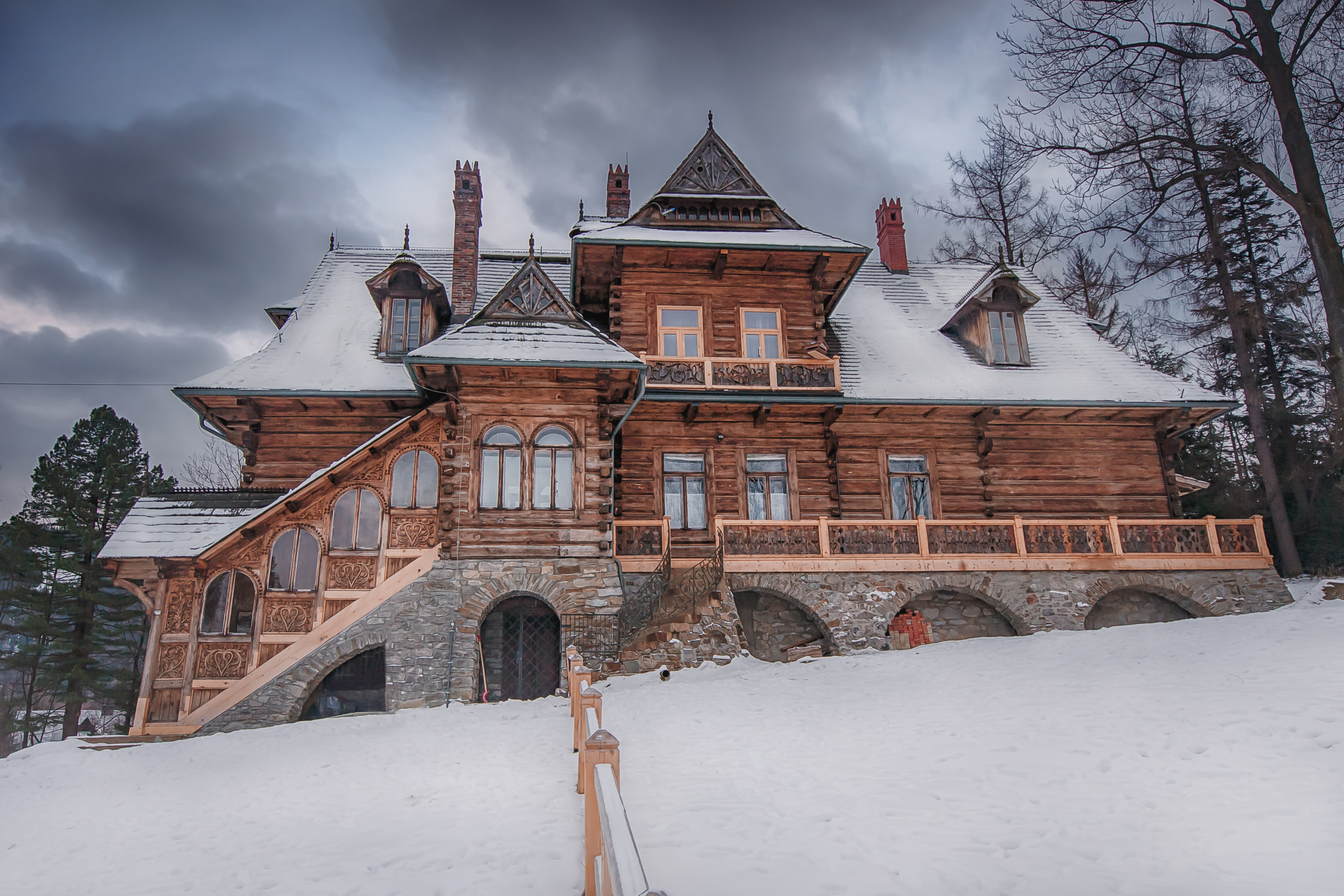
Villa pod Jedlami; proiectată de Stanisław Witkiewicz; 1890s; cherestea și sticlă; în stilul zakopan (Zakopane, Polonia)
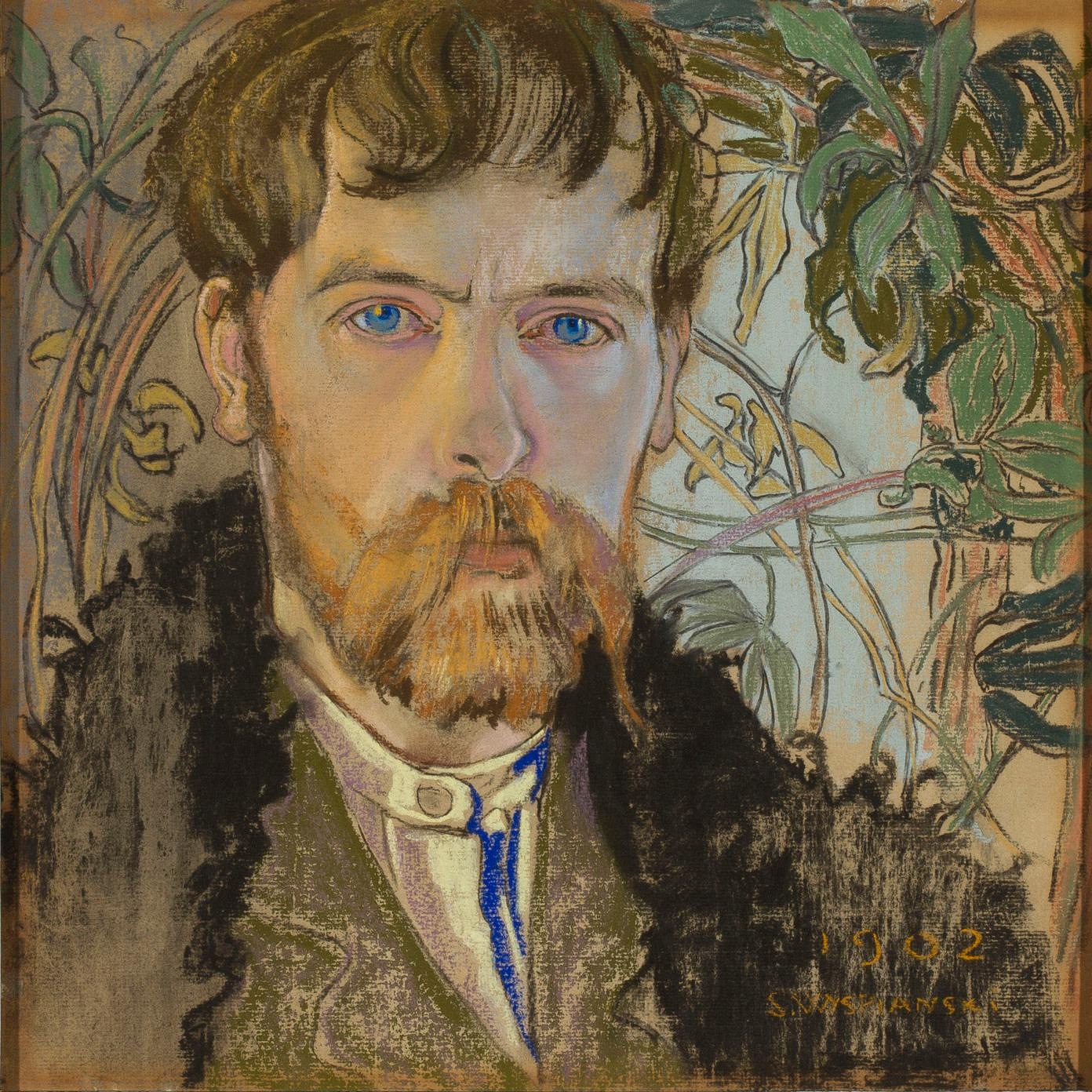
Autoportret; de Stanisław Wyspiański; 1902; pastel pe hârtie; 37,5 cm x 36,8 cm; Muzeul Național al Poloniei
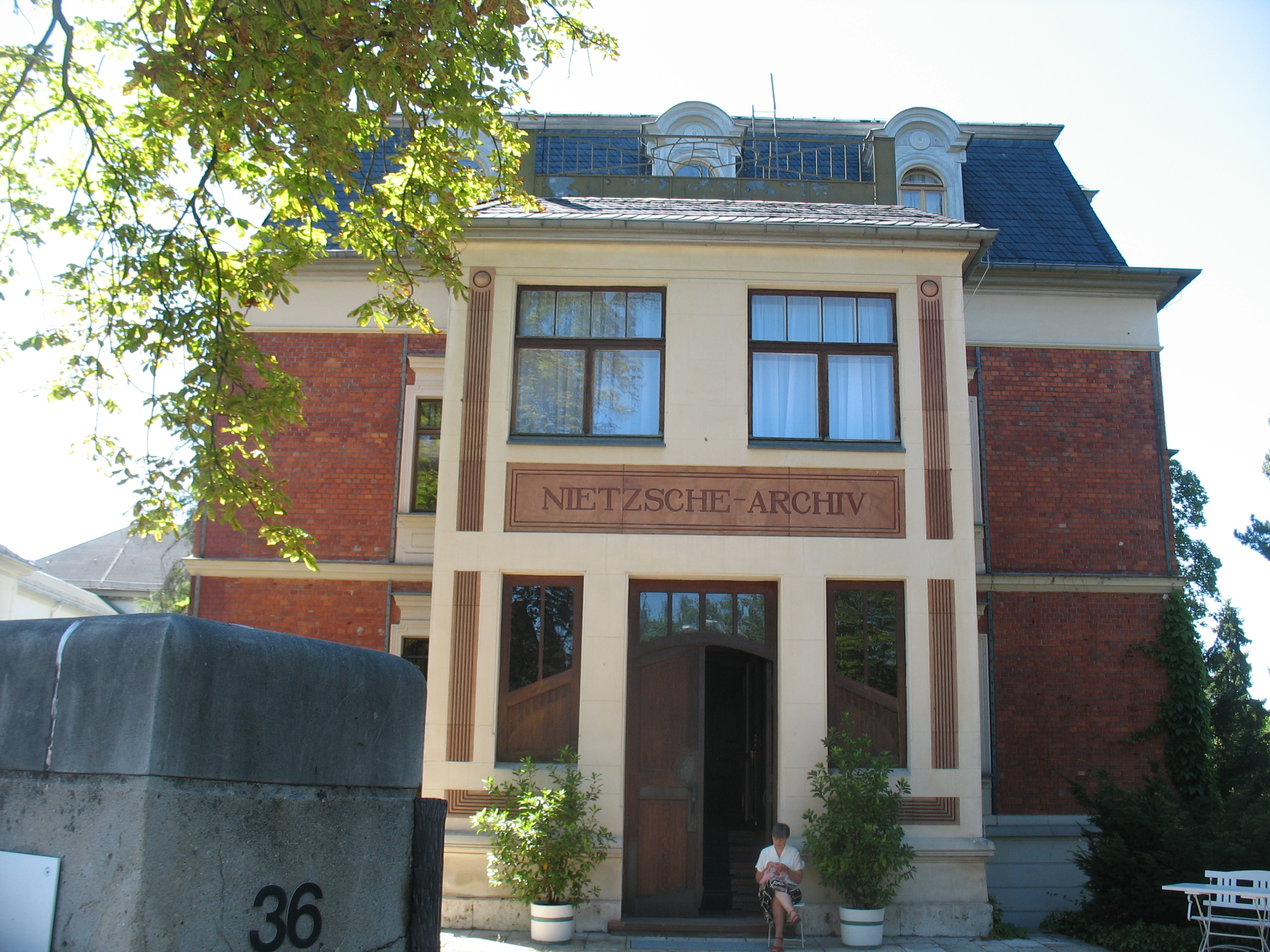
Extensia Arhivei Nietzsche; de Henry van de Velde; 1903; Weimar (Germania)
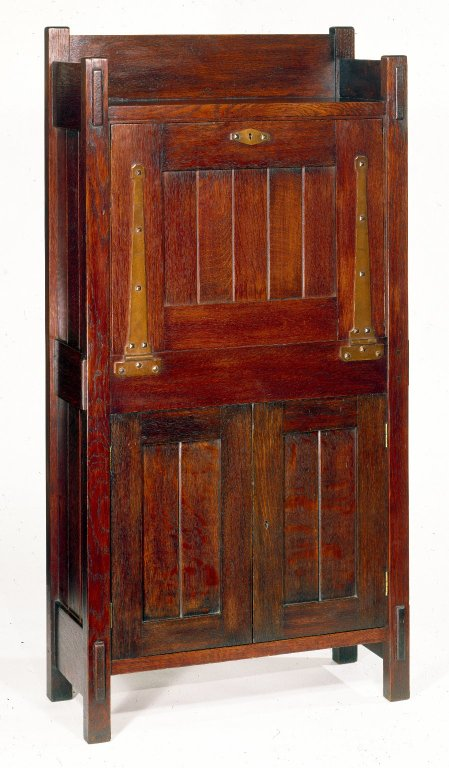
Mobilă; de Gustav Stickley; circa 1903; stejar cu accesorii de metal; 130,8 x 65,4 x 27,6 cm; Muzeul Brooklyn
Azalea; de Carl Larsson; 1906; Galeria Thiel (Stockholm, Suedia)
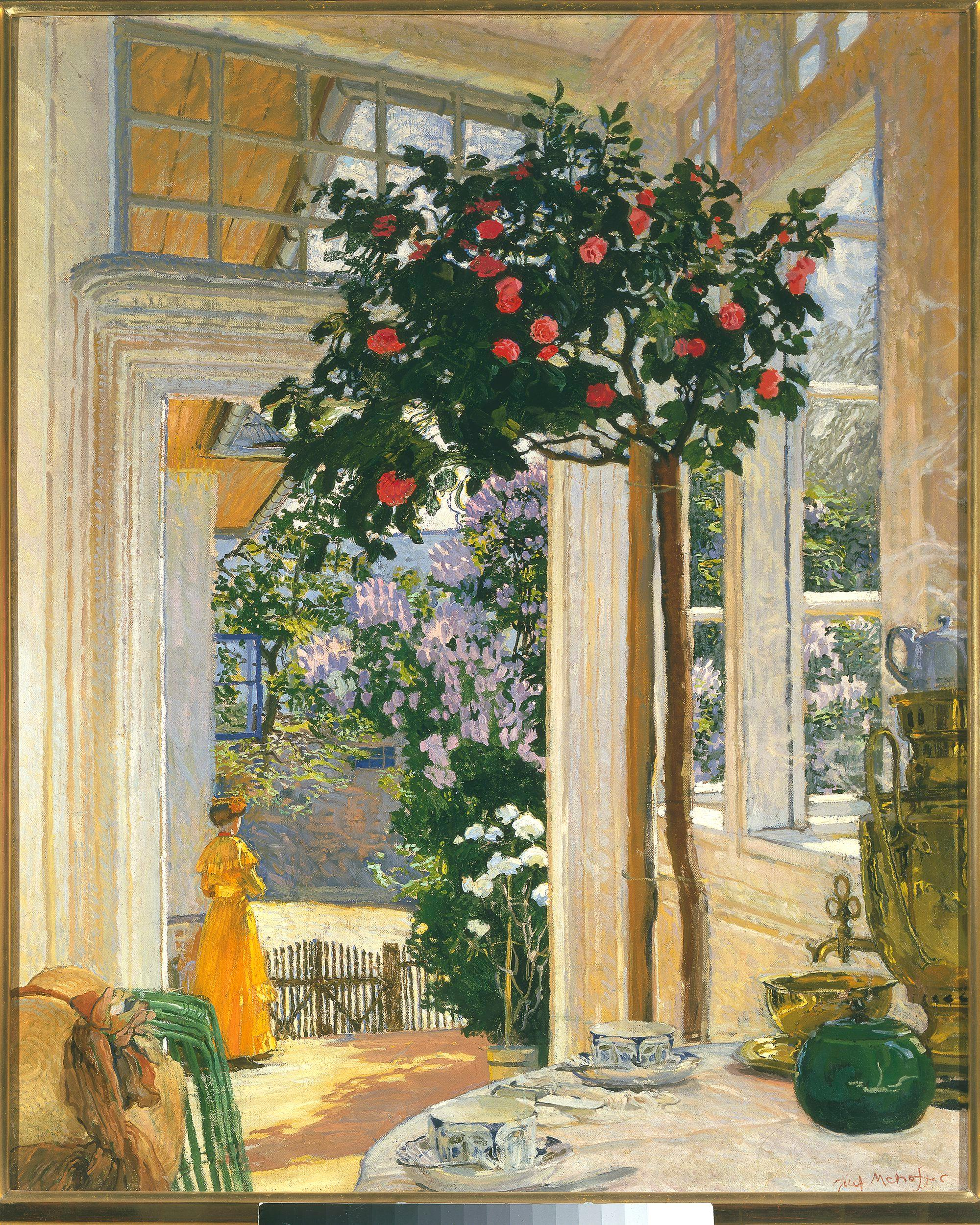
Soare în Mai; de Józef Mehoffer; 1911; ulei pe pânză; 95 cm x 78 cm; Muzeul Național al Poloniei

#### Postimpresionismul  (circa 1885 – 1905)

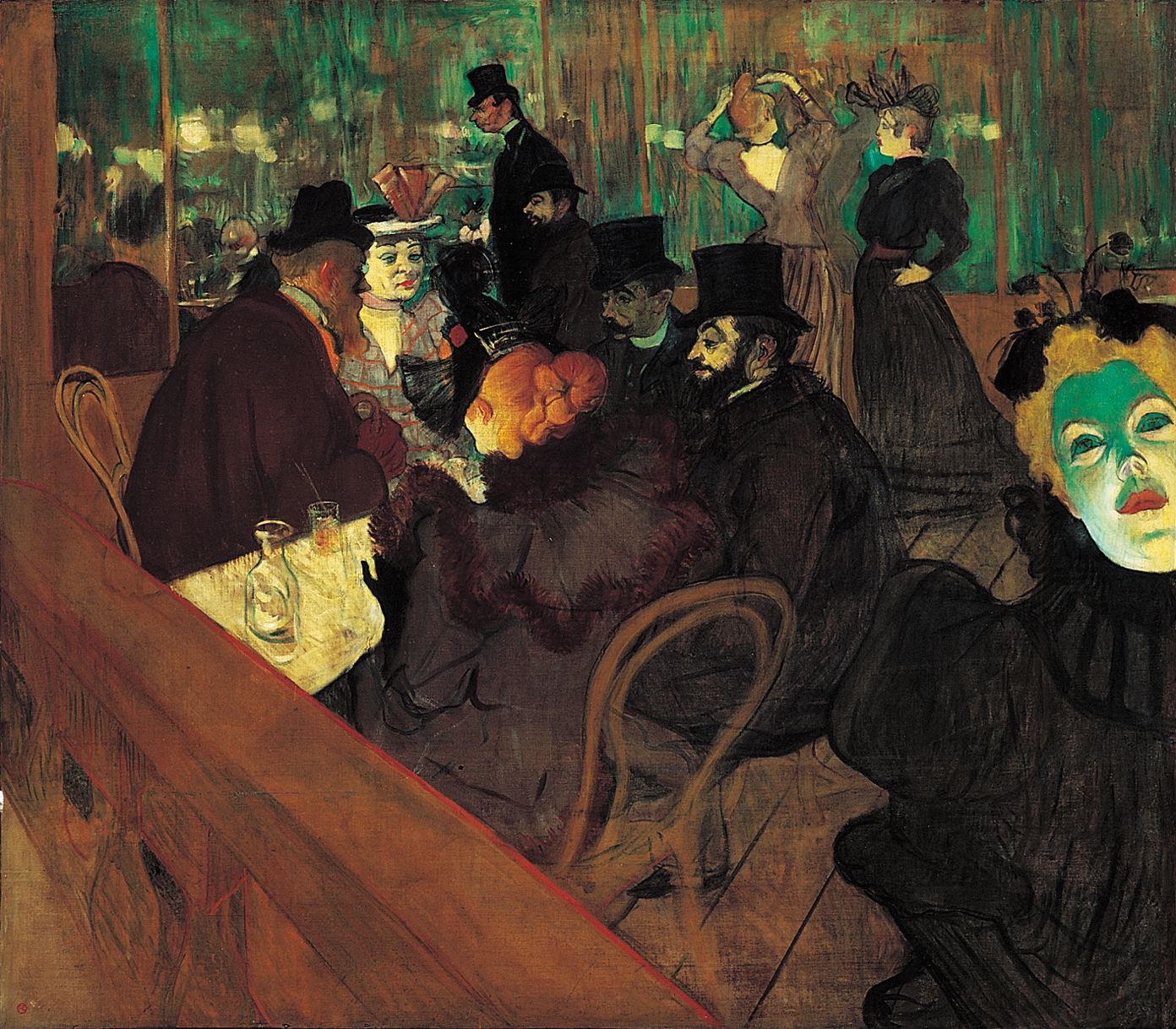
La Moulin Rouge; de Henri de Toulouse-Lautrec; 1892; ulei pe pânză; 123 × 140,5 cm; Institutul de Artă din Chicago (SUA)

Postimpresionismul este un termen destul de imprecis aplicat unei generații diverse de artiști. În sensul său strict, se referă la patru artiști extrem de influenți: Paul Cézanne, Paul Gauguin, Georges Seurat, and Vincent van Gogh. Fiecare a trecut printr-o fază impresionistă, dar în cele din urmă a apărut cu patru stiluri foarte originale, dar diferite. Colectiv, munca lor a anticipat și, adesea, direct influențată, o mare parte din arta avangardistă care apare înainte de Primul Război Mondial, inclusiv fauvismul, cubismul, expresionismul și abstractizare timpurie. Cézanne (deosebit de influent asupra cubismului) și Van Gogh au lucrat într-o relativă izolare, departe de Paris, în punctele critice ale carierei lor, în timp ce Seurat și Gauguin au lucrat în grupuri, mai colaborativ, în punctele cheie ale dezvoltării lor.  Un alt artist important al perioadei e Henri de Toulouse-Lautrec, un pictor influent, precum și grafician. Într-un sens mai larg, postimpresionismul include o generație de artiști preponderent francezi și belgieni care au lucrat într-o serie de stiluri și grupuri. Cei mai mulți au ajuns la un anumit moment sub influența impresionismului, dar și-au împins opera dincolo de el într-o serie de facțiuni încă de la mijlocul anilor 1880, uneori ca o dezvoltare logică a impresionismului, alteori ca reacție împotriva lui. Postimpresioniștii înfățișau în mod obișnuit subiecte impresioniste, dar opera, în special sintetismul, conținea des simbolism, spiritualism și atmosfere pline de spirit care rareori apăreau în impresionism. Culorile nenaturale, modelele, câmpiile plate, perspective ciudate și puncte de vedere împinse la extreme, toate au mutat centrul modernismului cu un pas mai aproape de abstractizare, cu un standard pentru experimentare.
Neoimpresionismul (divizionismul sau pointilismul, circa 1884-1894) a explorat lumina și culoarea bazate pe teoriile științifice ale culorilor, creând mozaicuri de tușe în culori pure, uneori expuse în tipare ritmice, cu linii influențate de Arta Mouveau. Cei mai importanți artiști sunt Georges Seurat și Paul Signac, alții incluzând Henri-Edmond Cross, Maximilien Luce, Albert Dubois-Pillet, și pentru o perioadă Camille Pissarro și Vincent Van Gogh. A fost influent asupra fauvismului, iar elemente ale stilului au apărut în expresionism, cubism și abstractizarea timpurie. Sintetismul (Cloazonism, circa 1888-1903) a fost conceput de Émile Bernard și a fost preluat și dezvoltat imediat de Paul Gauguin și alții în timp ce se afla la o colonie de artiști din Pont-Aven (Bretania, Franța). Stilul semăna cu emailul cloisonné sau cu vitralii, cu culori plate, îndrăznețe, conturate în culori închise sau negru. Sintetismul, exemplificat în lucrarea lui Gauguin și a lui Paul Sérusier, e un termen puțin mai larg, cu mai puțin accent pe contururile întunecate și calitățile cloisonné. Alți artiști includ Cuno Amiet, Louis Anquetin, Charles Filiger, Jacob Meyer de Haan, Charles Laval și Armand Seguin. Munca lor a influențat foarte mult fauvismul și expresionismul. Les Nabis (circa 1890-1905: ebraică pentru profeți sau iluminați) a fost o mișcare mai mare în Franța și Belgia, care s-a bazat în mod ecletic pe elemente progresiste din sintetism, neoimpresionism, simbolism și Art Nouveau. Poate mai influente decât arta, au fost numeroasele teorii, manifestări și entuziasm infecțios pentru avangardă, care au stabilit tonul proliferării mișcărilor și „ismelor” din primul sfert al secolului al XX-lea. La Revue Blanche a publicat adesea conținut simbolist și Le Nabis. Opera lui Édouard Vuillard și Pierre Bonnard, circa 1890-1910, e exemplară pentru Les Nabis, chiar dacă ambele au evoluat în stilurile lor și au produs o muncă semnificativă în anii 40.  Alți artiști includ Maurice Denis, Maxime Dethomas, Meyer de Haan, Henri-Gabriel Ibels, Georges Lacombe, Aristide Maillol, Paul Ranson, Ker-Xavier Roussel, Armand Séguin, Paul Sérusier, Félix Vallotton, Jan Verkade și alții.

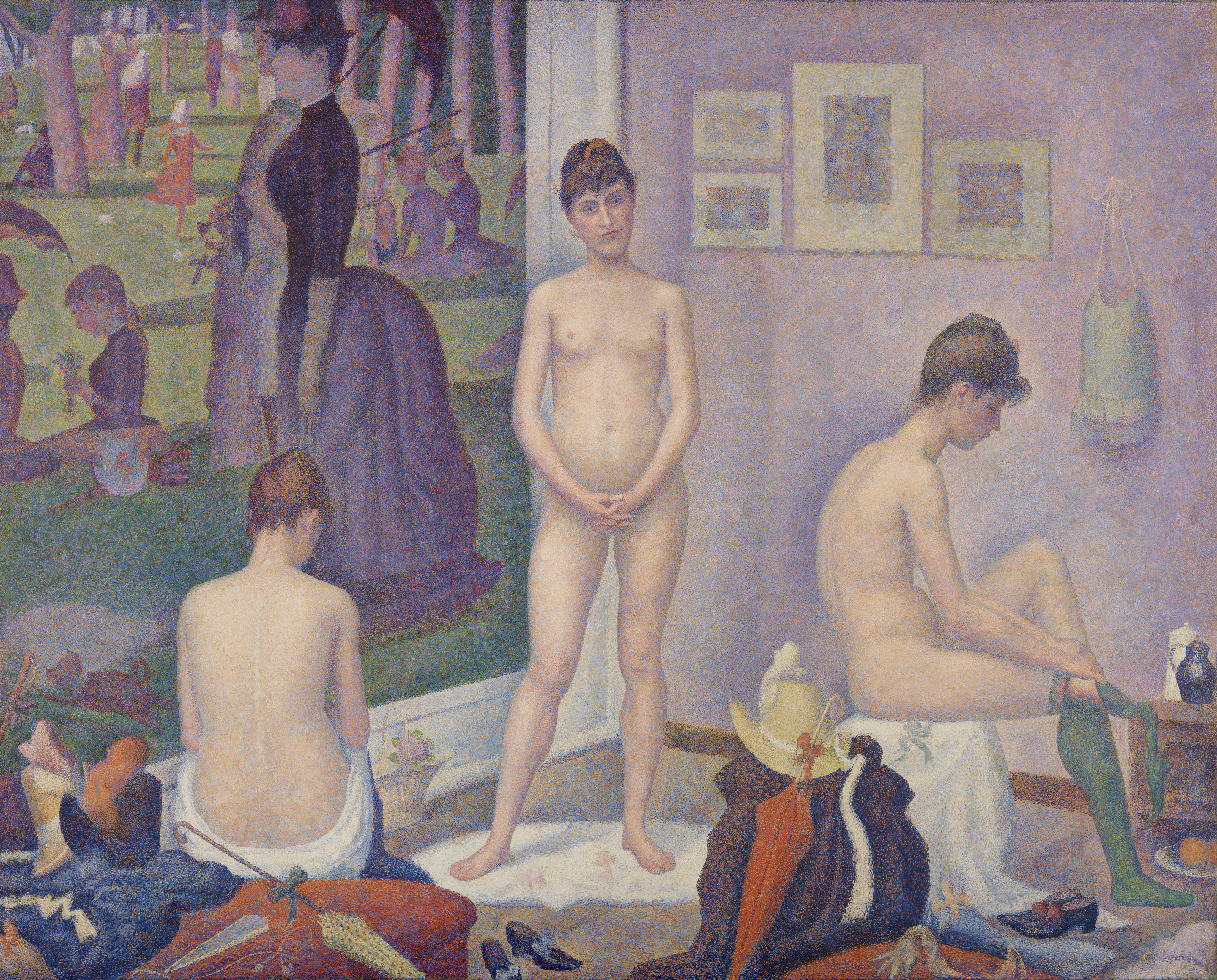
Modele (Les Poseuses); de Georges Seurat; 1886–1888; ulei pe pânză; 200 × 249,9 cm; Findația Barnes (Philadelphia, SUA)
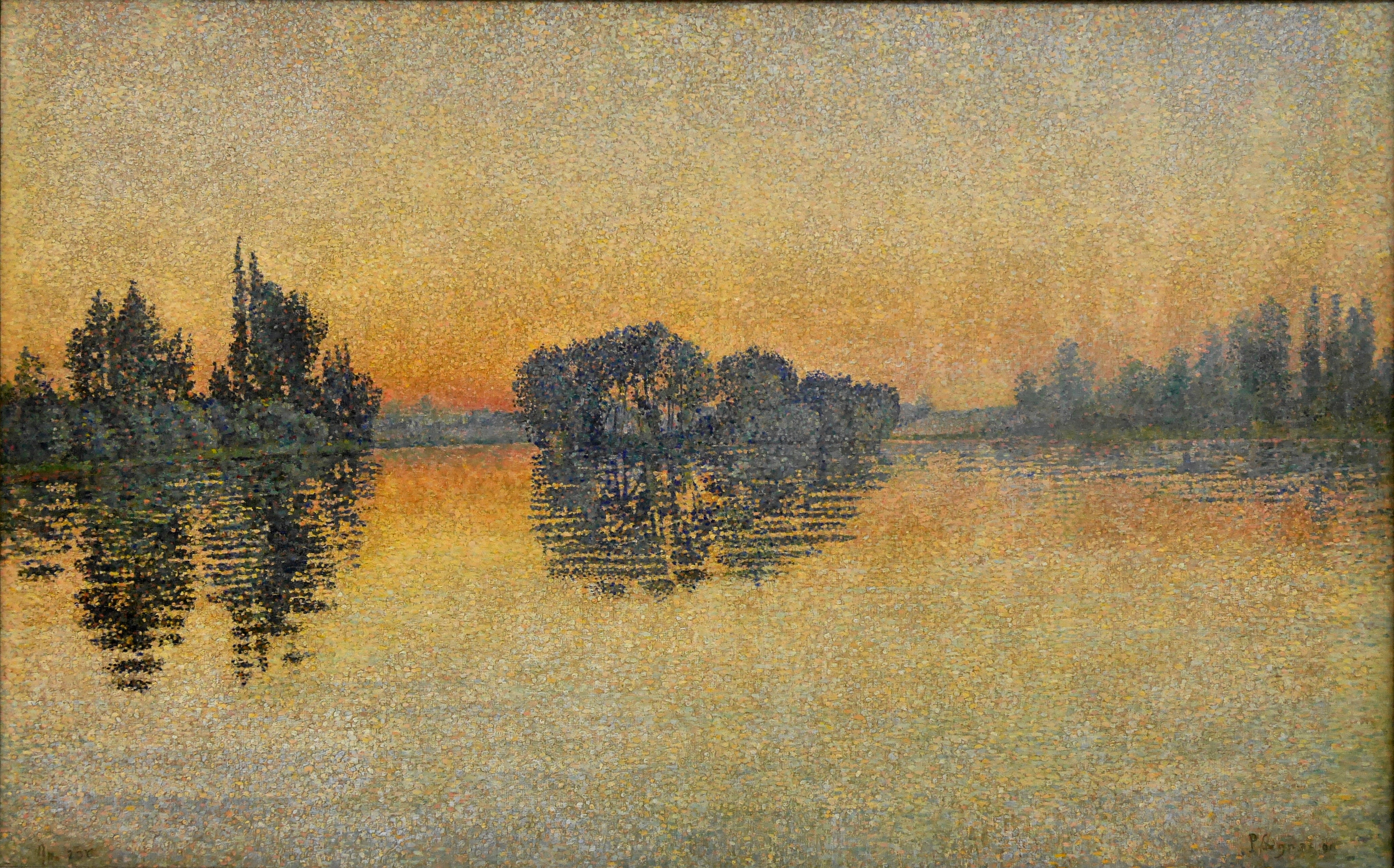
Apus, Herblay, Opus 206; de Paul Signac; 1889; ulei pe pânză; Galeria de Artă și Muzeul Kelvingrove (Glasgow, Scoția)
Mont Sainte-Victoire; de Paul Cezanne; 1904–1906; ulei pe pânză; 65 × 81 cm; Muzeul de Artă din Philadelphia (SUA)
Noapte înstelată; de Vincent van Gogh; 1889; ulei pe pânză; height: 73,7 cm; Muzeul de Artă Modernă (New York City)
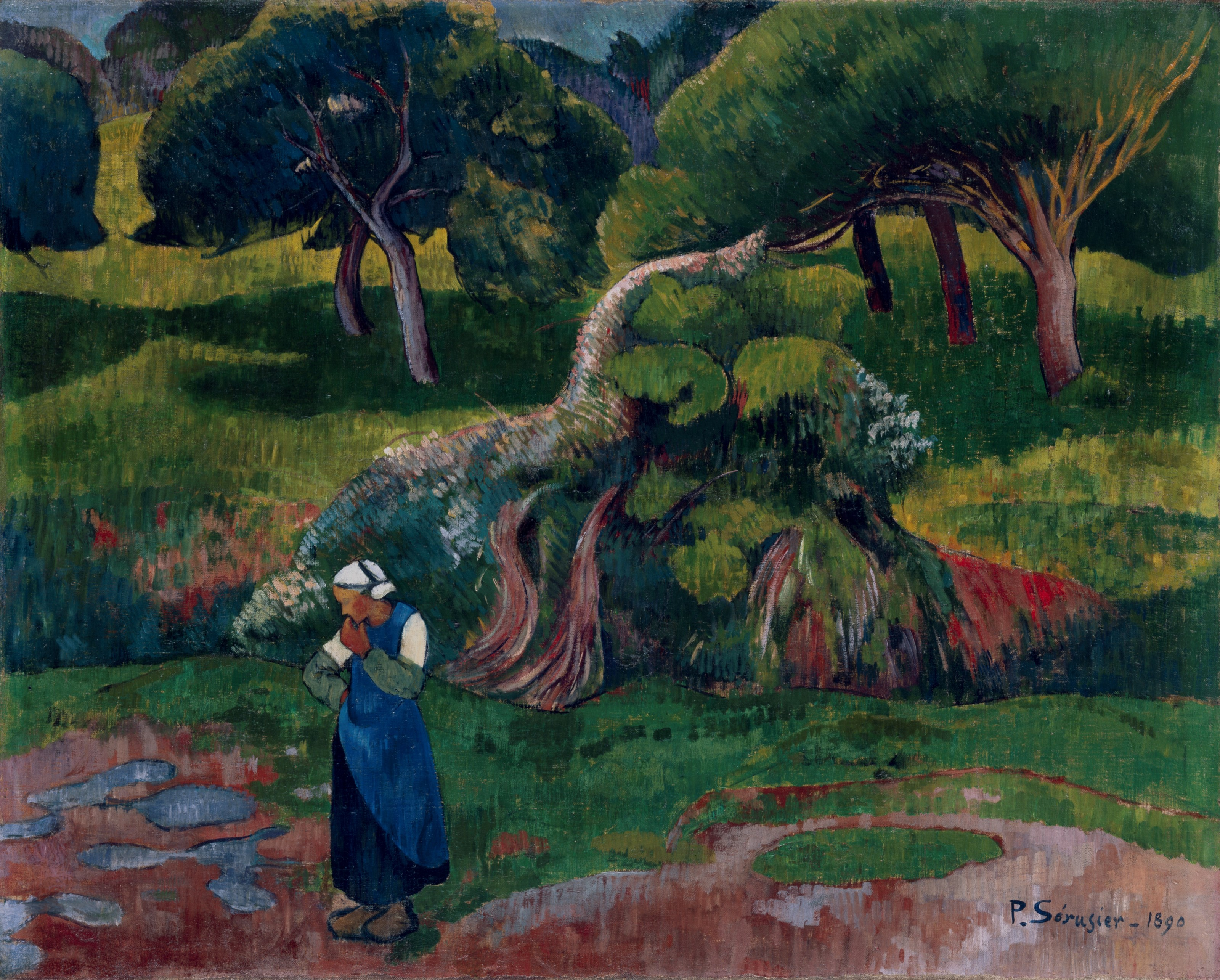
Peisaj la Le Pouldu; de Paul Sérusier; 1890; ulei pe pânză; 74 × 92 cm; Muzeul de Arte Frumoase din Houston (Huston, Texas, SUA)
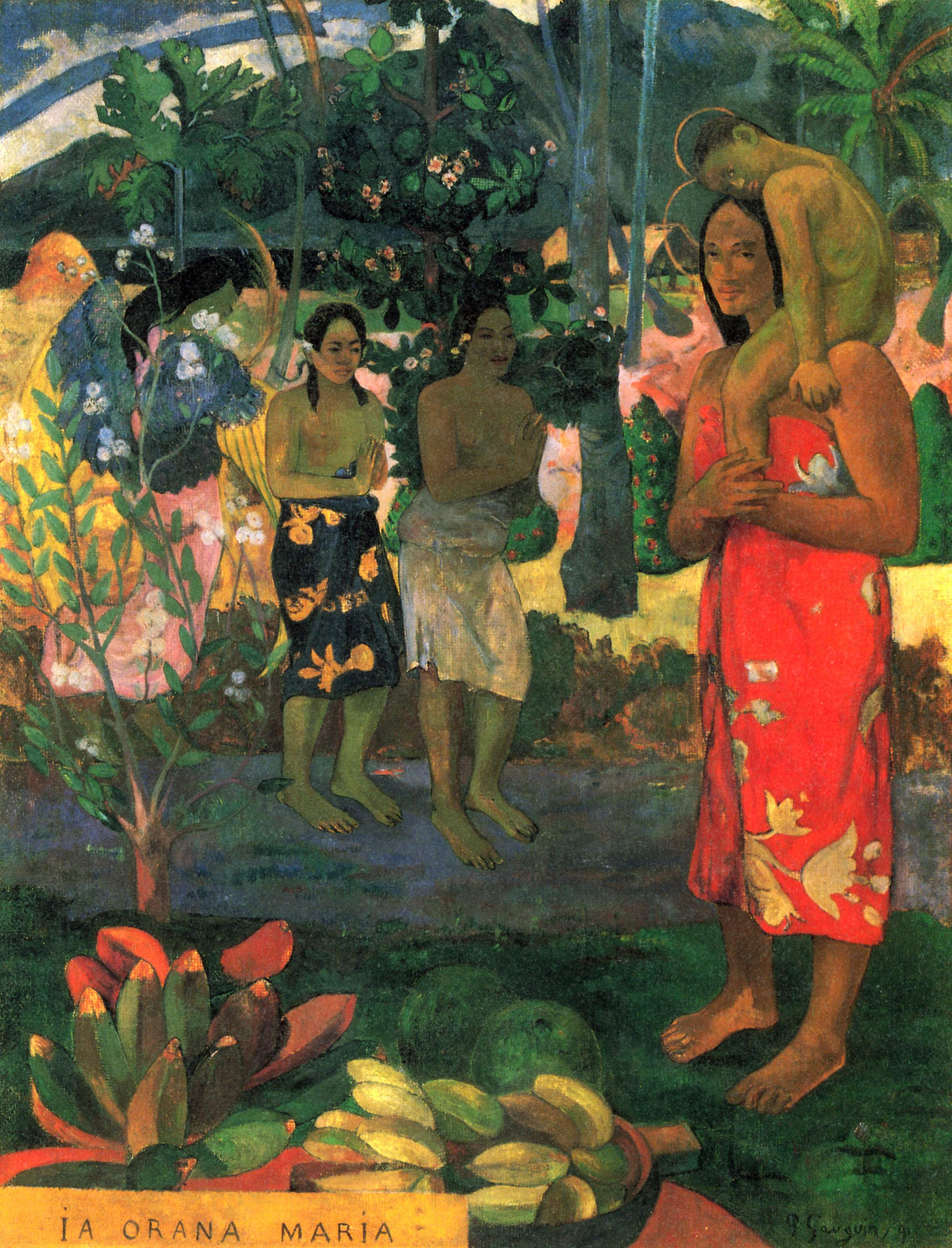
Ia Orana Maria (Te salutăm, Maria); de Paul Gauguin; 1891; ulei pe pânză; 114 × 89 cm; Muzeul Metropolitan de Artă (New York City)
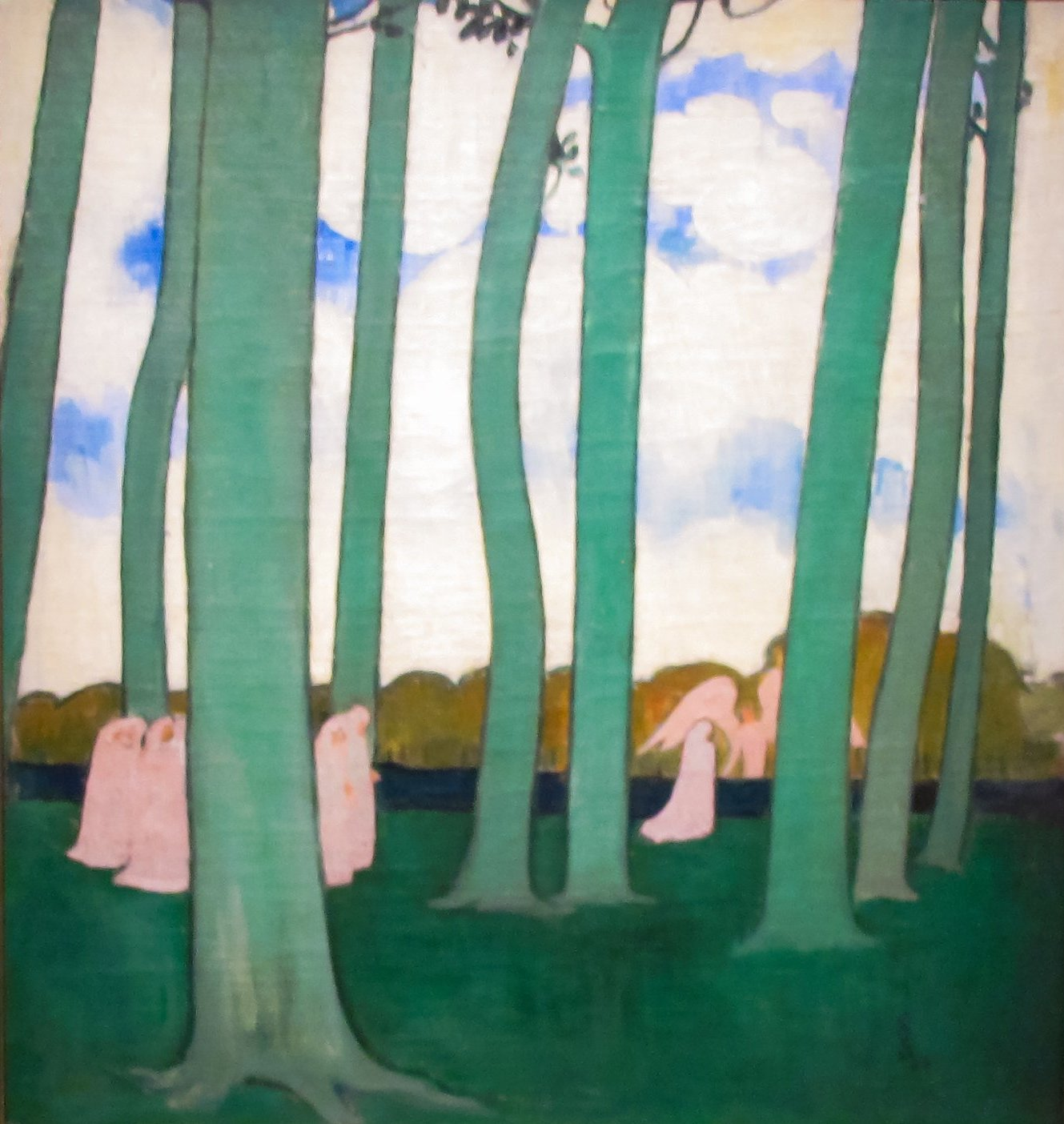
Copacii Verzi sau Fagii din Kerduel; de Maurice Denis; 1893; ulei pe pânză; 46 × 43 cm; Musée d'Orsay (Paris)
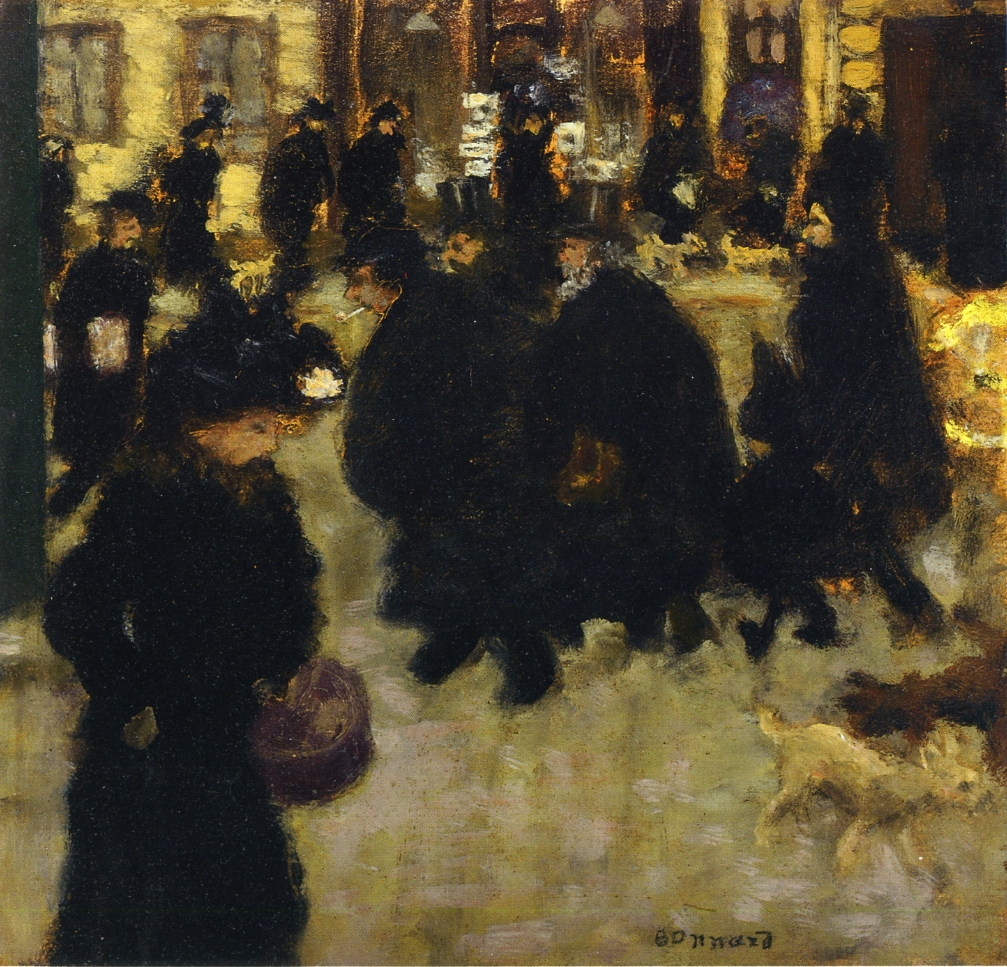
Figuri în Stradă; de Pierre Bonnard; circa 1894; ulei pe hârtie; 24 × 25,5 cm.; colecție privată
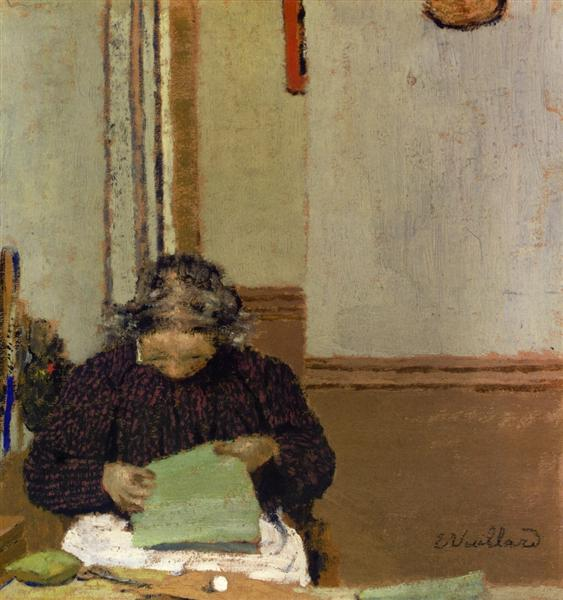
Madame Vuillard Cousant sau Bătrâna Examinându-și Țesătura; de Edouard Vuillard; 1893; ulei pe carton; 29,2 × 27,9 cm.; colecție privată din Paris
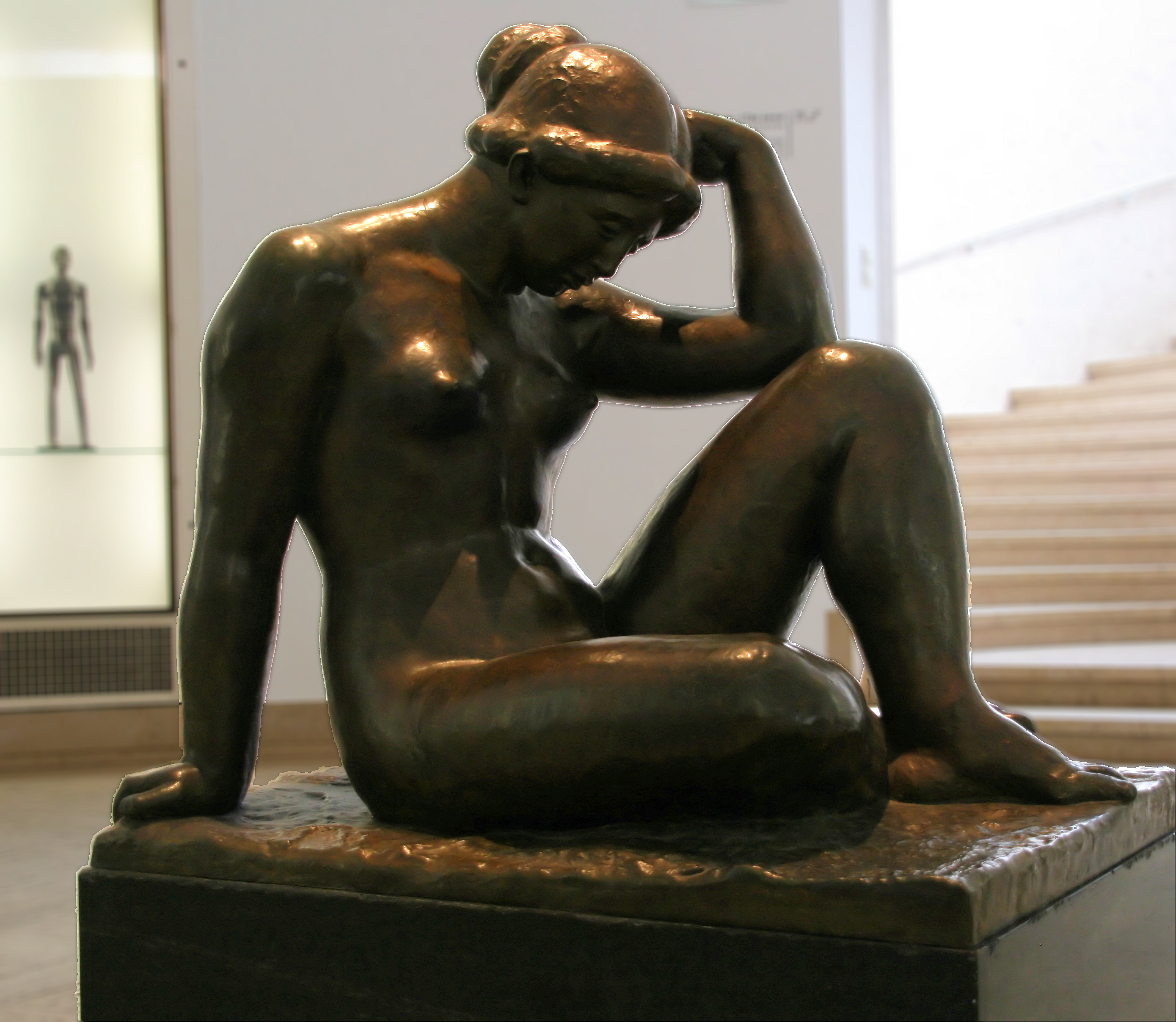
Mediterana; de Aristide Maillol; 1902–03; bronz; înălțime: 104 cm; Muzeul Boijmans van Beuningen (Rotterdam, Țările de Jos)

### Începutul secolului XX
Istoria artei secolului XX e o narațiune a posibilităților nesfârșite și a căutării unor noi standarde, fiecare fiind demolat succesiv de următorul. Fauvismul, expresionismul, cubismul, arta abstractă, dadaismul și suprarealismul au dus la explorări de noi stiluri creative și maniere de exprimare. Creșterea interacțiunii globale a văzut o influență echivalentă a altor culturi în arta occidentală, cum ar fi Pablo Picasso fiind influențat de sculptura iberică, cea africană și de primitivism. Japonismul și xilogravurile japoneze au avut o influență imensă asupra impresionismului și a stilurilor artistice ulterioare. Sculpturile fetiș africane și alte opere ale unor culturi noneuropene, au fost preluate de artiști Picasso, Henri Matisse și mulți dintre colegii lor. Mai târziu în secolul XX, pop art-ul și expresionismul abstract au ajuns importante.

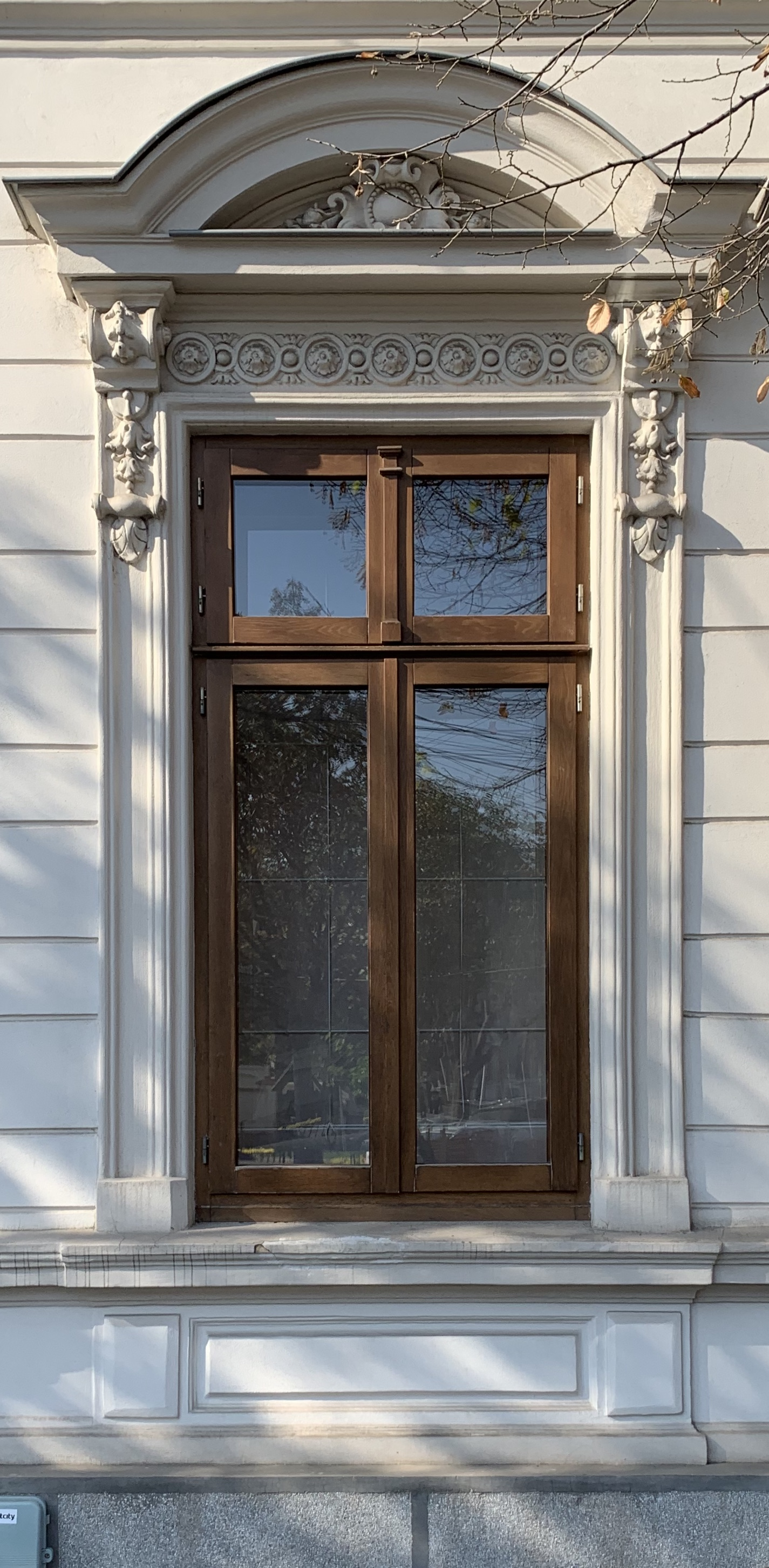
Fereastră cu un fronton rotund deasupra, a casei 17 de pe Strada Mântuleasa din București, de la sfârșitul secolului XIX sau din prima jumătate a secolului XX
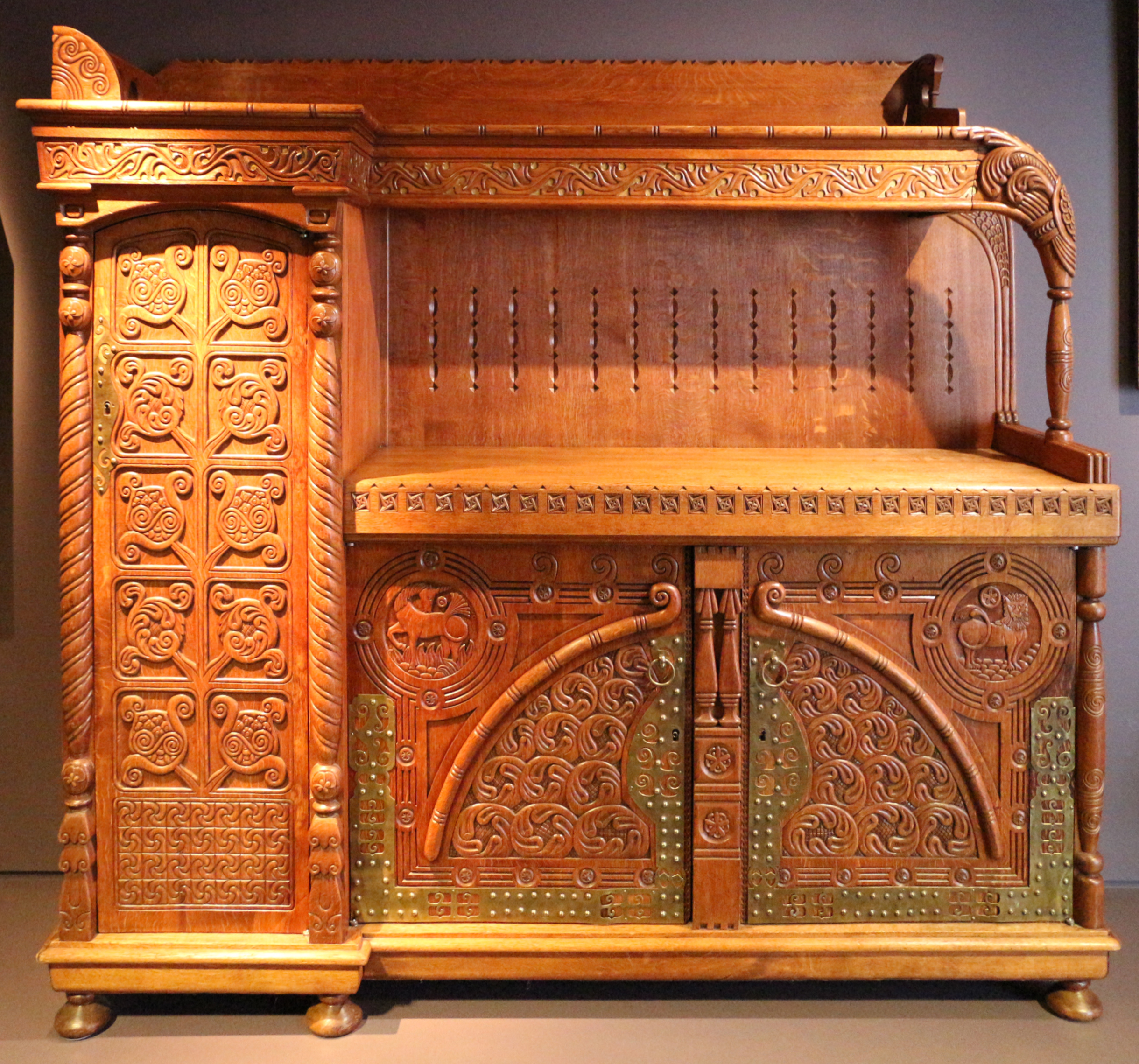
Bufet neorus; de Dimitri Petrovitch Soukhov; 1903; Musée d'Orsay (Paris)
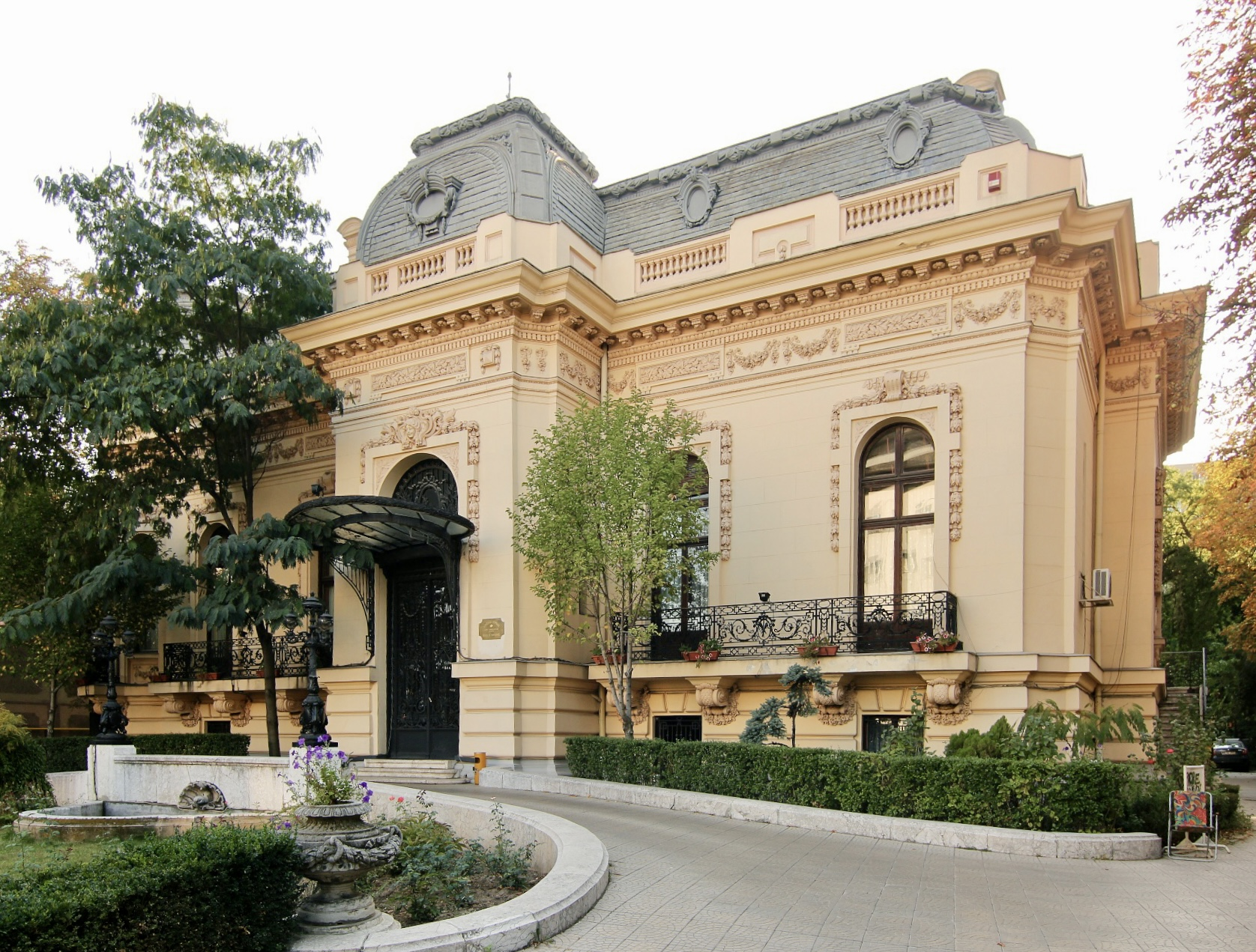
Casa Assan, București, de Ion D. Berindey, 1914
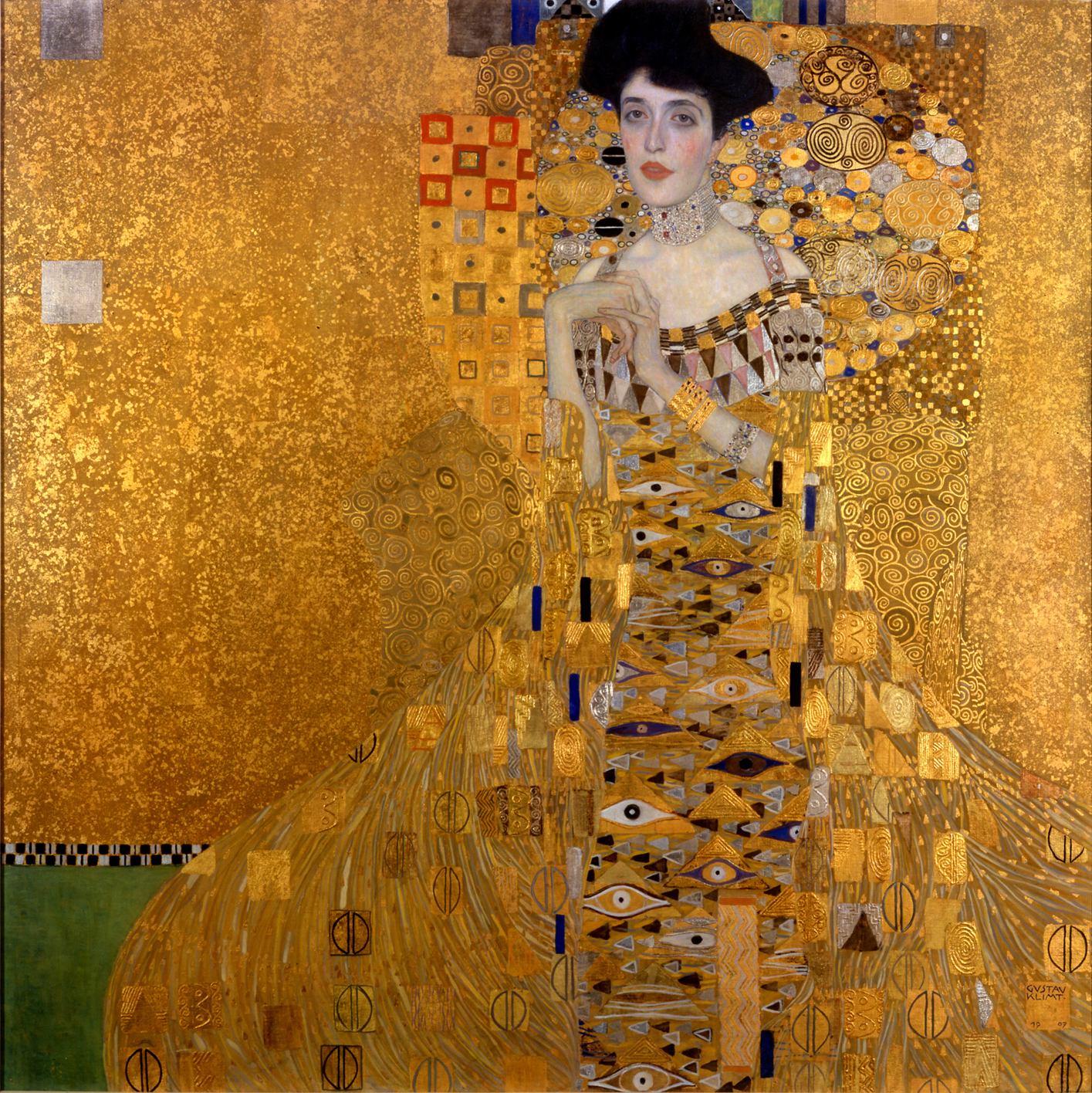
Portretul Adelei Bloch-Bauer I, o capodoperă Art Nouveau; de Gustav Klimt; 1907; ulei, argint și aur pe pânză; 140 × 140 cm; Neue Galerie New York
Sărutul; de Constantin Brâncuși; 1907; piatră; înălțime: 28 cm; Muzeul de Artă din Craiova
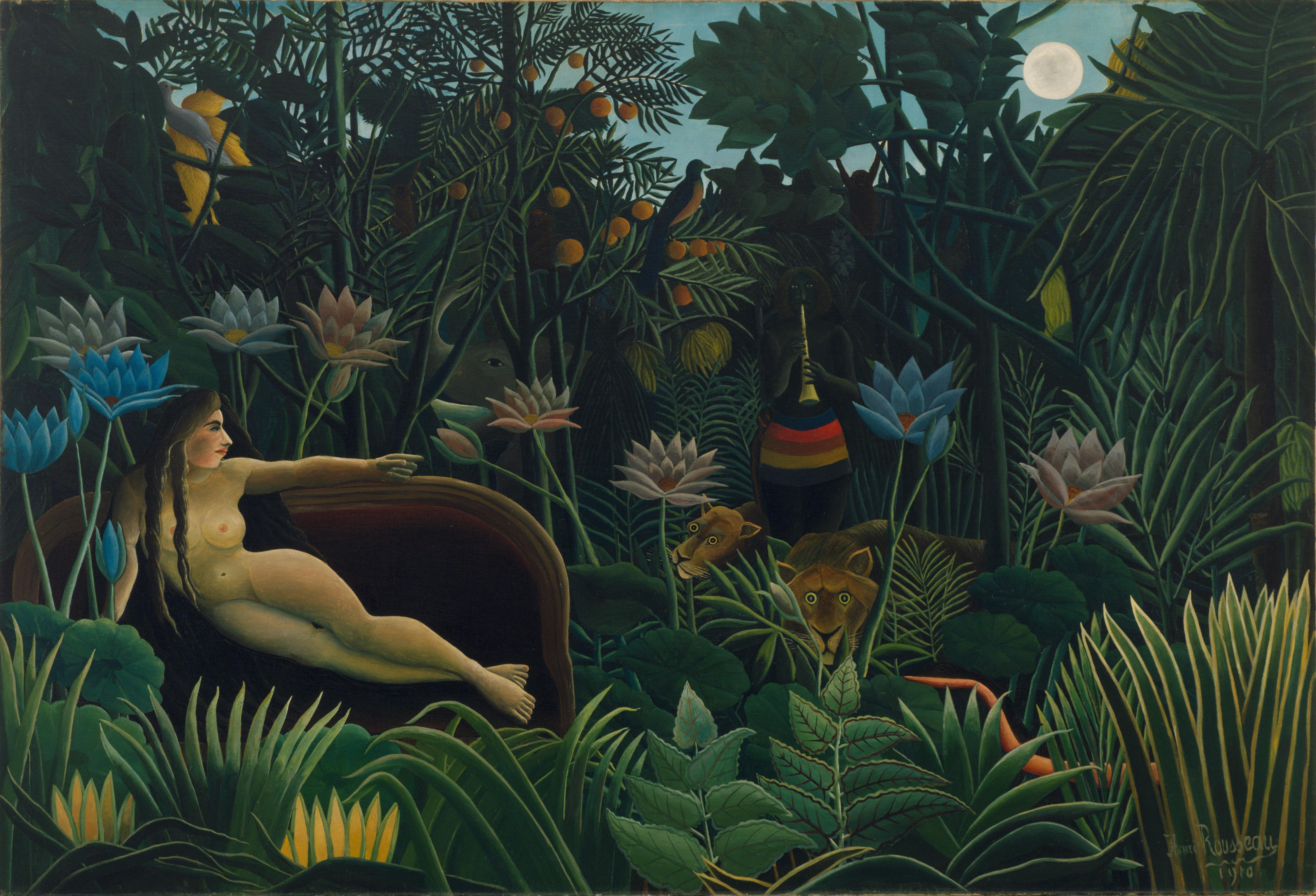
Visul; de Henri Rousseau; 1910; ulei pe pânză; 204,5 × 298,5 cm; Muzeul de Artă Modernă (New York City)
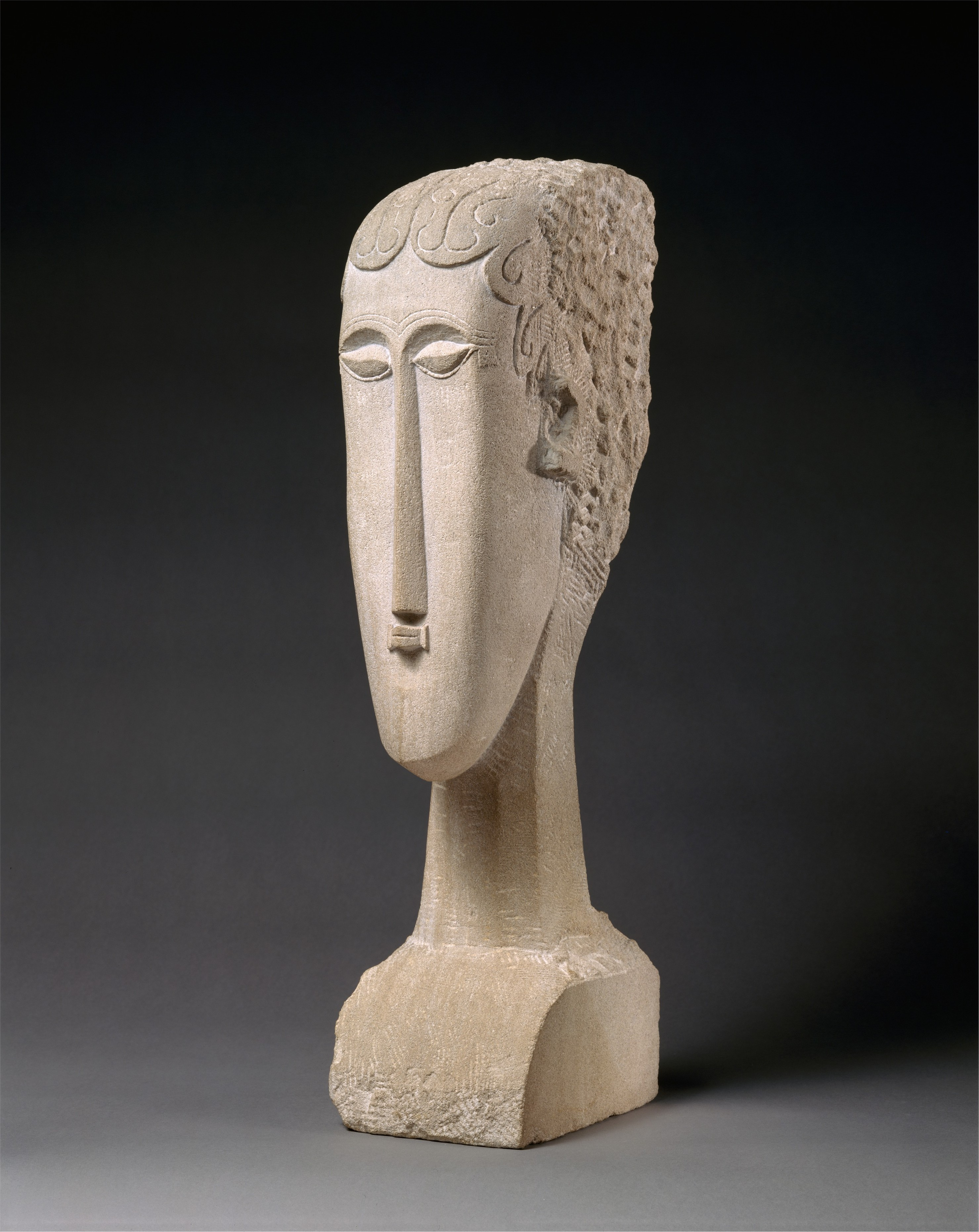
Cap de femeie; de Amedeo Modigliani; 1912; calcar; înălțime: 68,3 cm, lățime: 15,9 cm, adâncime: 24,1 cm; Muzeul Metropolitan de Artă (New York City)
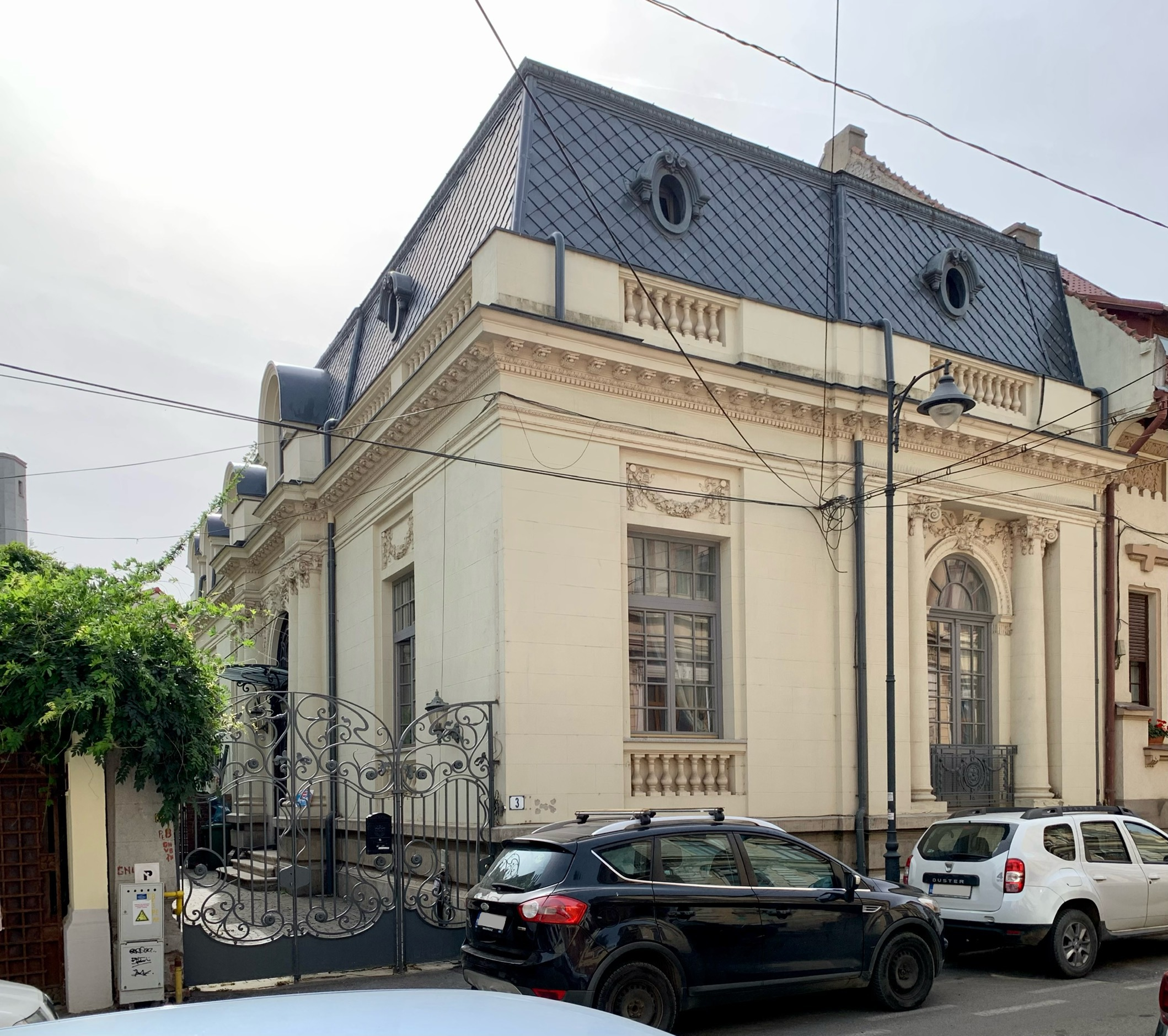
Casa Dimitrie Manole, Bucharest, 1915, de Edmond van Saanen Algi

#### Art Nouveau-ul (circa 1890 – 1915)

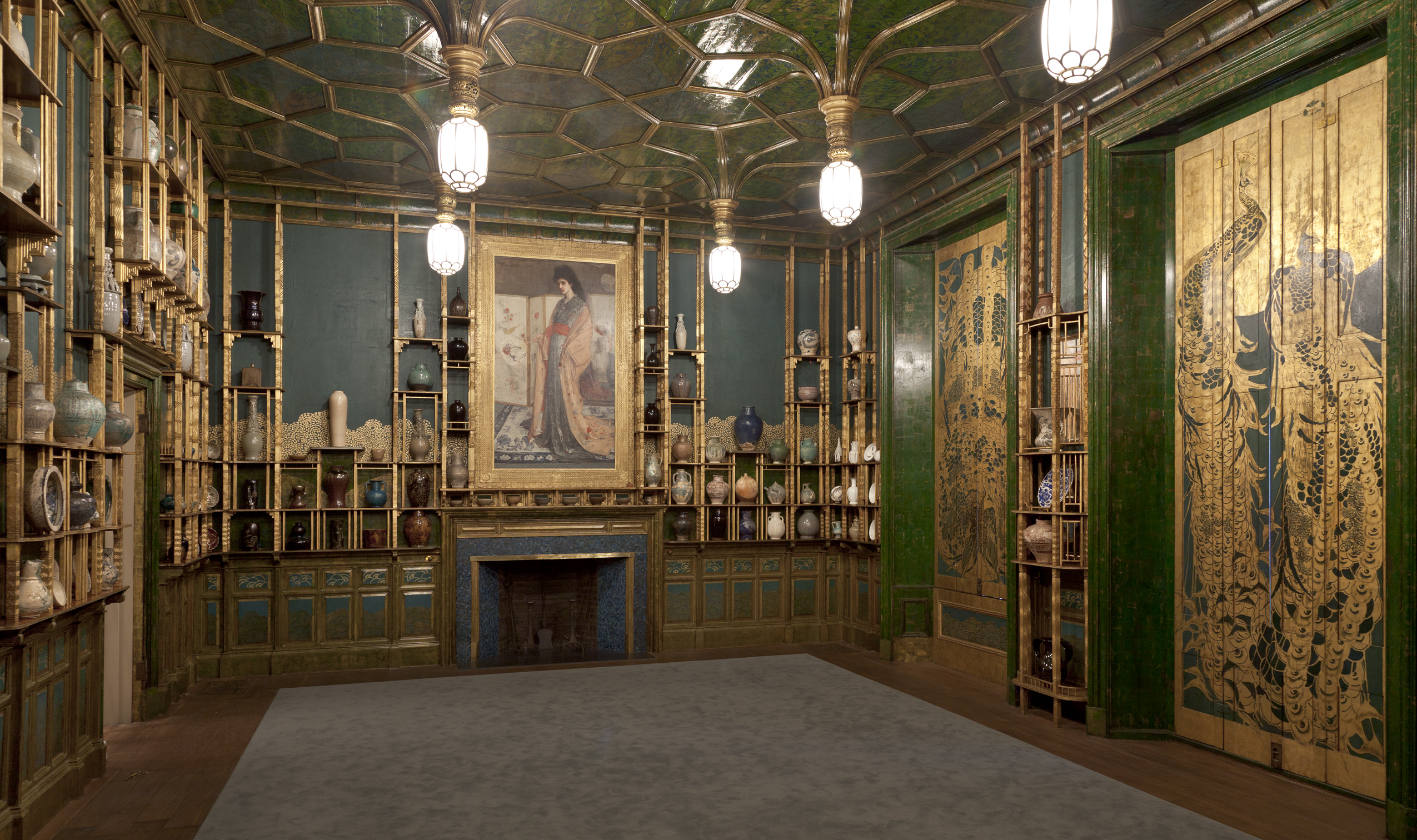
Camera Păun; de James McNeil Whistler; 1876–1877; Galeria de Artă Freer (Washington, D.C., SUA)

Art Nouveau-ul e un stil internațional în artă, arhitectură și artele aplicată, în special în artele decorative, caracterizat de cele două surse principale de inspirație: folosirea de ornamente de inspirație vegetală (curbe sinuoase); și stiluri istorice de artă (ca artele gotică, celtică, bizantină, rococo și barocă), dar în special arta japoneză.
Cultul naturii, cu curbele sale sinuoase și tendințele de iederă care par aproape să se înrădăcineze în mobilă sau în alte obiecte ale artelor decorative, e o temă populară pentru Art Nouveau. Prin mediul ăsta, figuri feminine au fost cel mai adesea înfățișate ca obiecte stilizate și nu ca oameni. Prin folosirea naturii ca idiom, designerii au sperat să încorporeze toate aspectele vieții într-un singur obiect sau interior: exteriorul a fost adus în interior și relația umană cu mediul înconjurător.
Fiecare cultură s-a bazat pe diferite surse de inspirație, inclusiv artele gotică, celtică, bizantină, rococo și barocă. În timp ce influențele istorice erau prezente, ele nu puteau să fie justificate decât dacă erau abordate cu inovație și nu cu tradiție. Portretizarea femeilor în artă la sfârșitul secolului evidențiază o altă provocare importantă pentru societățile contemporane. În multe cazuri, femeile erau înfățișate ca figuri fanteziste, care se împleteau cu natura, fiind unite cu ea. În schimb, realismul zgârcit al tablourilor lui Henri de Toulouse-Lautrec a demonstrat că femeile ar putea să fie înfățișate ca persoane autentice implicate în aspecte mondene din viața lor de zi cu zi.
Primele influențe ale Art Nouveau-ului au început să apară în Anglia printre figuri ca John Ruskin, prerafaeliții, Edward Burne-Jones, William Morris și Mișcarea Arts and Crafts, care au paralelat unele aspecte ale sensibilităților simboliste din Franța și Belgia la acea vreme. Art Nouveau-ul e strâns aliat și împletit cu simbolismul.  Termenul Art Nouveau e cel mai des aplicat arhitecturii, meșteșugurilor și artelor decorative, în timp ce simbolismul e mai frecvent folosit pentru artele plastice ca pictura și sculptura, precum și poezia și literatura, cu toate astea nu există linii dure, definitorii. Art Nouveau-ul a fost o mișcare internațională care s-a răspândit în toată Europa și America de Nord, atingând apogeul în jurul anilor 1890-1905. Poate că și-a găsit cele mai mari expresii în arhitectură, influențată de teoreticianul și istoricul Eugène Viollet-le-Duc și văzută în opera lui Victor Horta, Hector Guimard, Louis Sullivan și Antoni Gaudí. Cu toate astea, exemple extraordinare de ale stilului au apărut în designul interior, mobilă, tapet, textile, mozaicuri, ceramică, lucuri de metal, bijuterii, sticlărie, vitralii și alte exemple de arte decorative și aplicate, produse de Charles Rennie Mackintosh, Peter Carl Fabergé, Émile Gallé, René Lalique, Louis Comfort Tiffany și mulți alții. Arta japoneză, în special imprimeurile pe lemn, cu concepte de design nou pentru europeni au început să apară și și-au găsit audiențe receptive acolo, unde artiști grafici ca Aubrey Beardsley, Jules Chéret, Walter Crane, Eugène Grasset, Alfons Mucha și Henri de Toulouse-Lautrec au creat afișe inovatoare, publicitate, modă, coperți de cărți, fronturi și ilustrații.
Art Nouveau-ul a abandonat des formele colțuroase și unghiurile geometrice în favoarea liniilor fluide, ca niște arabescuri, sugestive pentru vegetație, viță de vie șerpuitoare și alte elemente ale naturii. Mulți artizani au încercat să distrugă diferența dintre artele plastice, arta aplicată și arta decorativă și să le îmbine pe toate în fiecare aspect al vieții de zi cu zi. Artistul individual s-a mutat frecvent înainte și înapoi între diverse discipline și a lucrat în mai multe materiale. Nu a fost neobișnuit ca arhitecții să producă mobilă și alte obiecte pentru casele și clădirile pe care le-au proiectat, pentru pictori să proiecteze afișe publicitare și ilustrații de carte, sau bijutierii să producă opere de sticlă și vitralii.

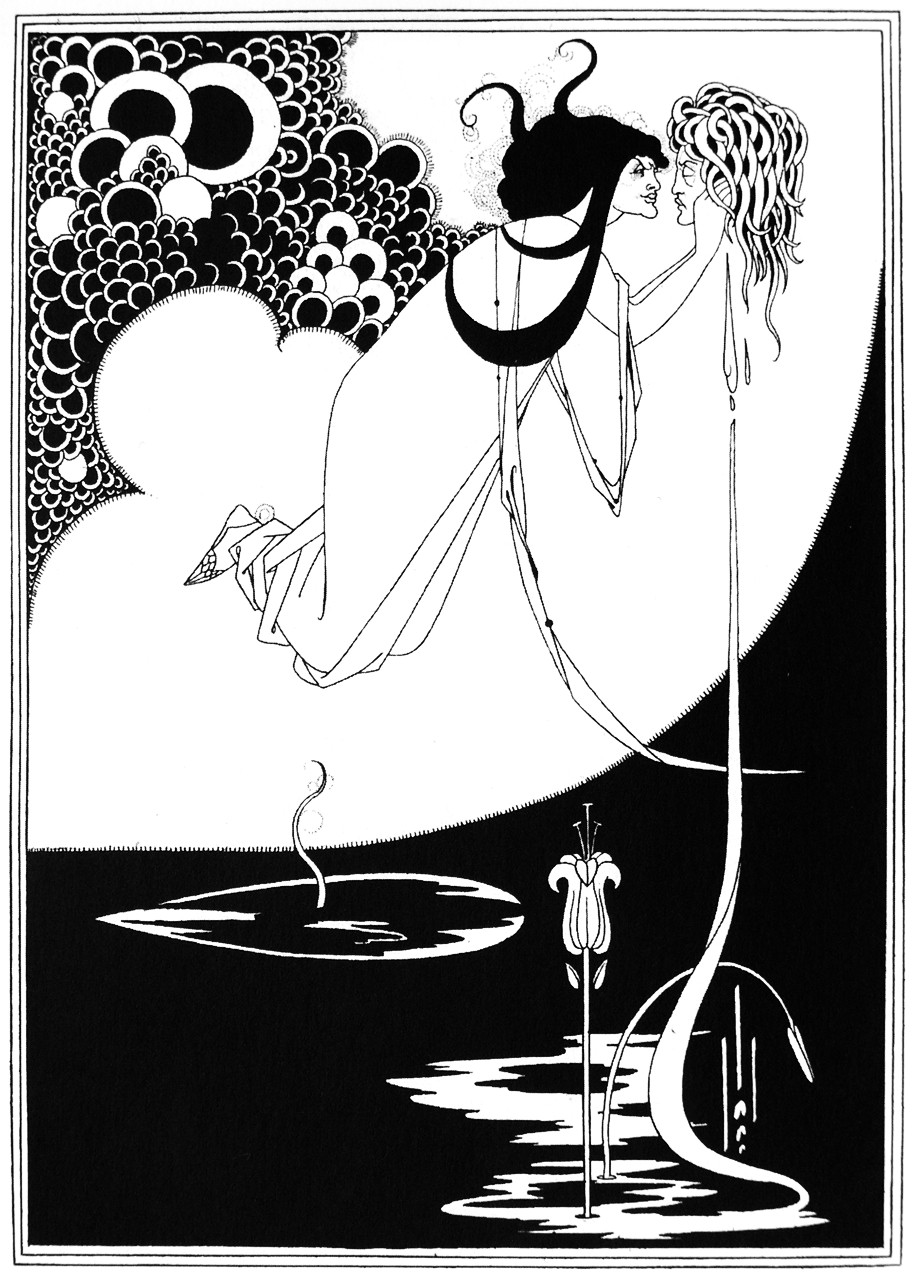
Punctul culminant, ilustrație pentru Salomeea a lui Oscar Wilde; de Aubrey Vincent Beardsley; 1893; xilogravură; 34 x 27 cm; colecție privată
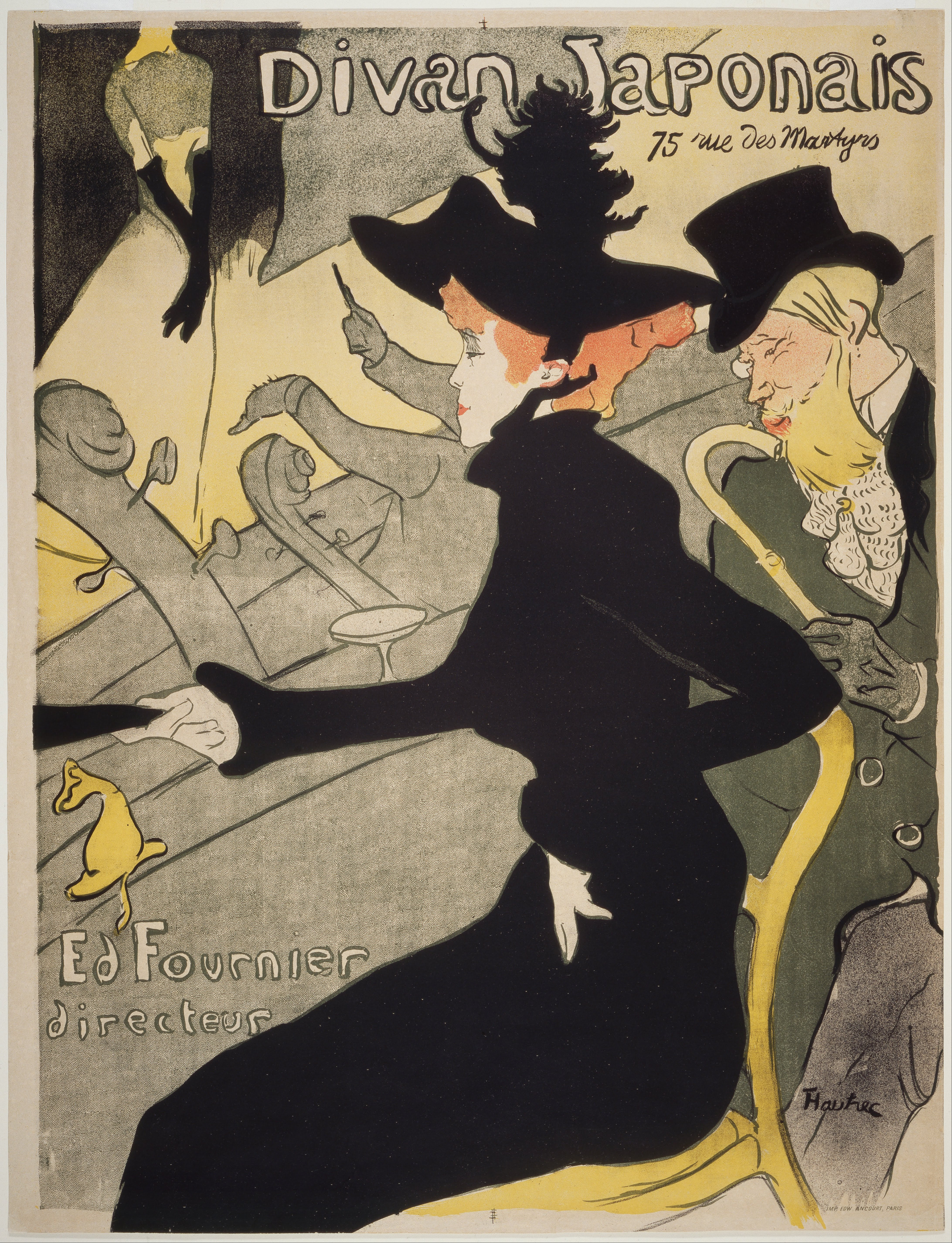
Divan Japonais; de Henri de Toulouse-Lautrec; circa 1893–1894; litografie; 81 x 62,3 cm; Muzeul de Arte Frumoase (Boston, SUA)
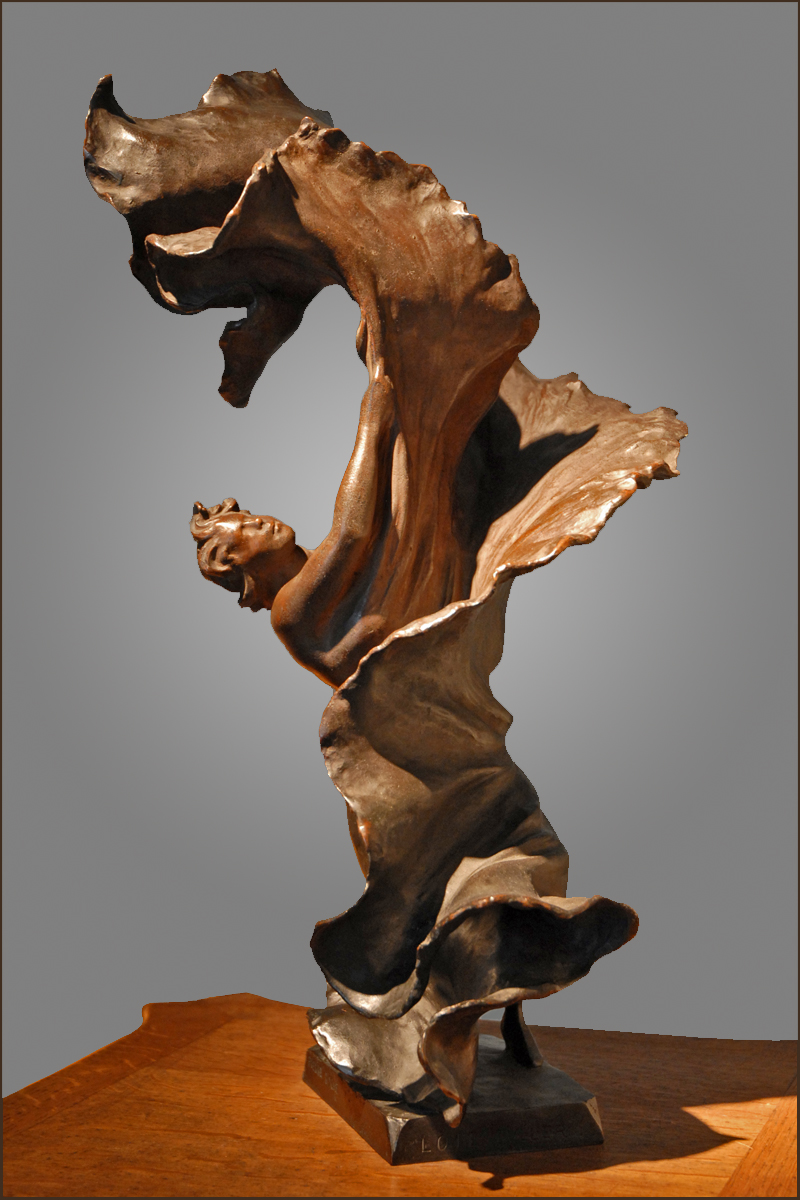
Loie Fuller Dansând; de Pierre Roche; 1894 (bronz, 1901); Muzeul de Arte Decorative din Paris
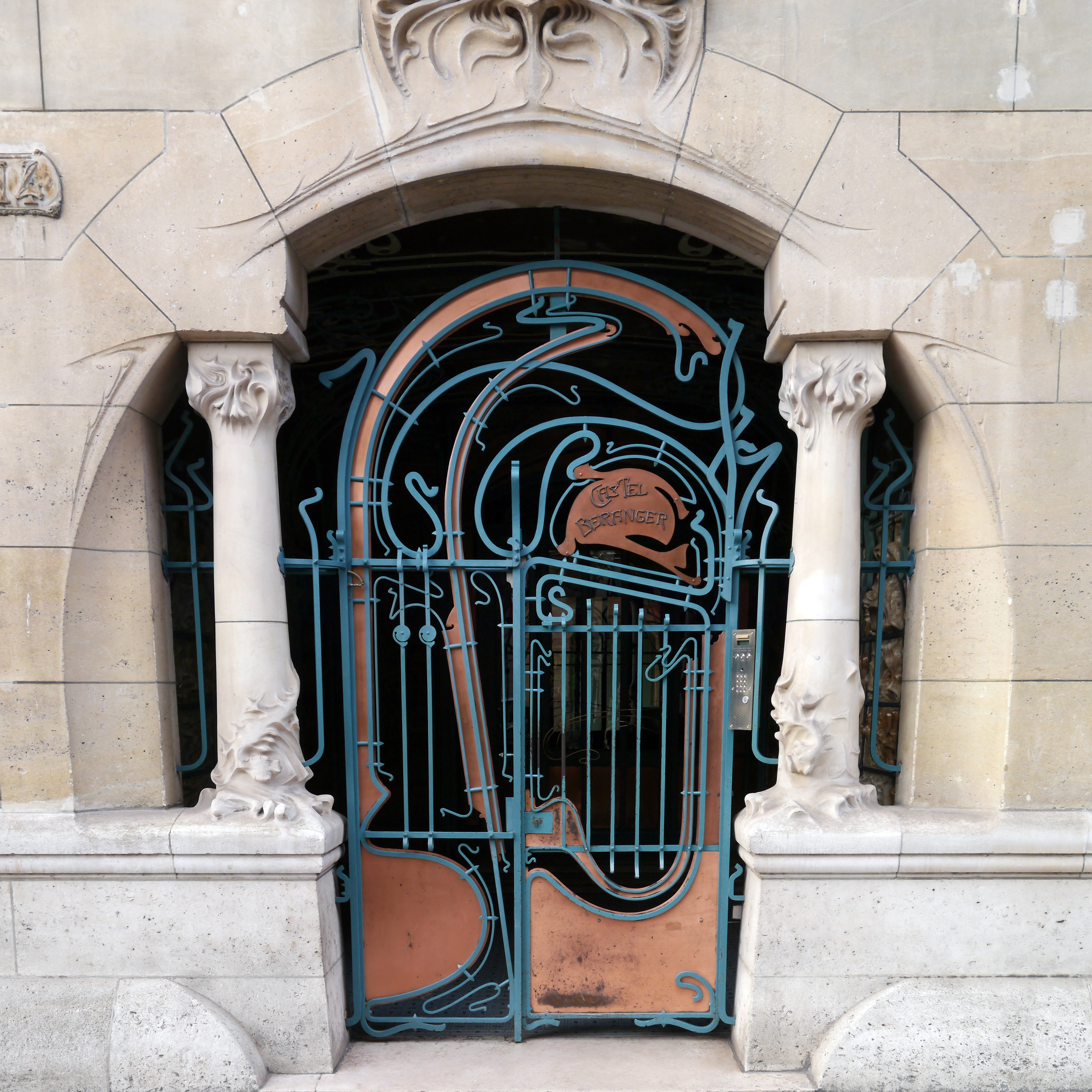
Poarta Castelului Béranger (o clădire de apartamente); de Hector Guimard; 1895–1898; Paris
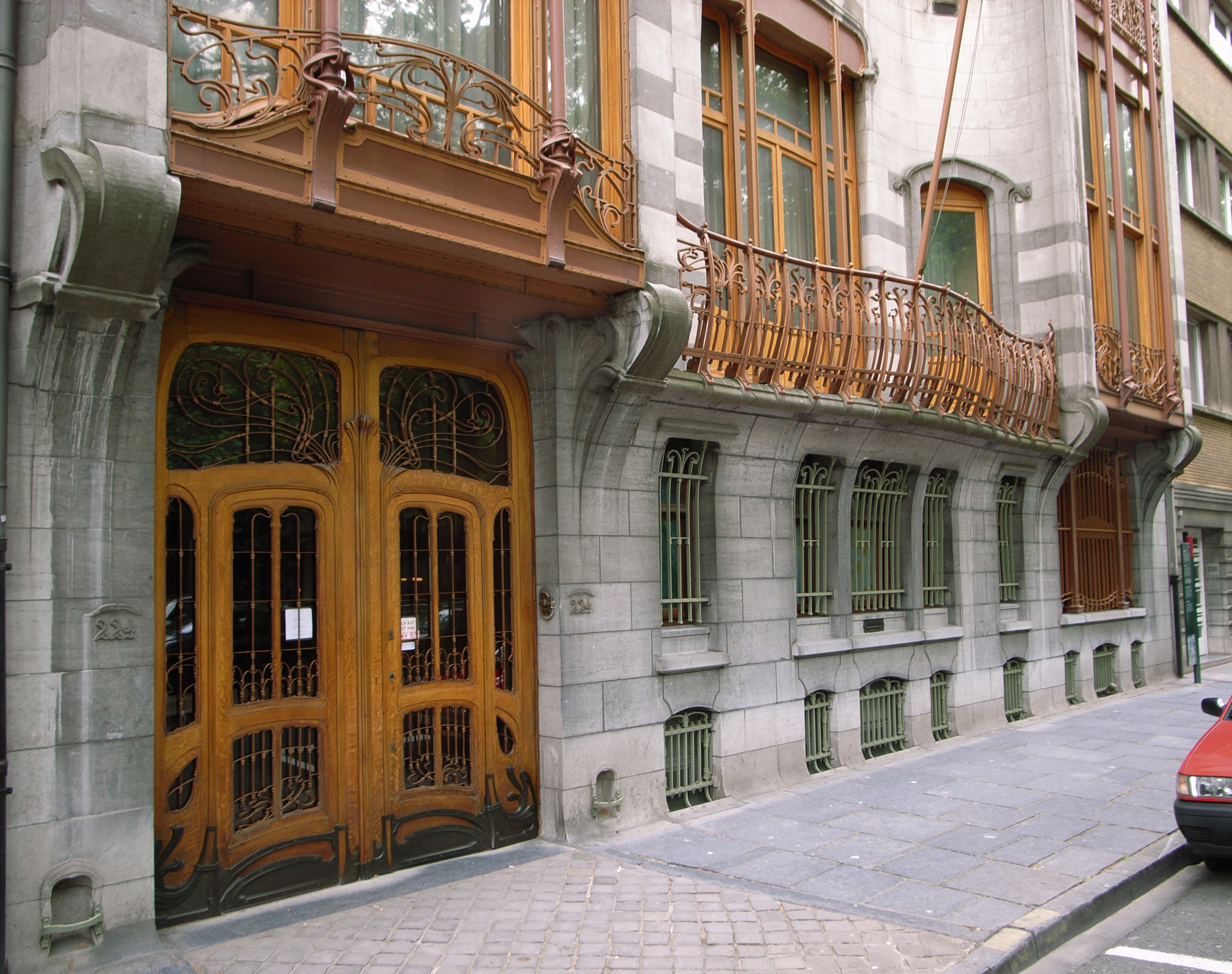
Hôtel Solvay; de Victor Horta; 1895–1898; Bruxelles (Belgia)
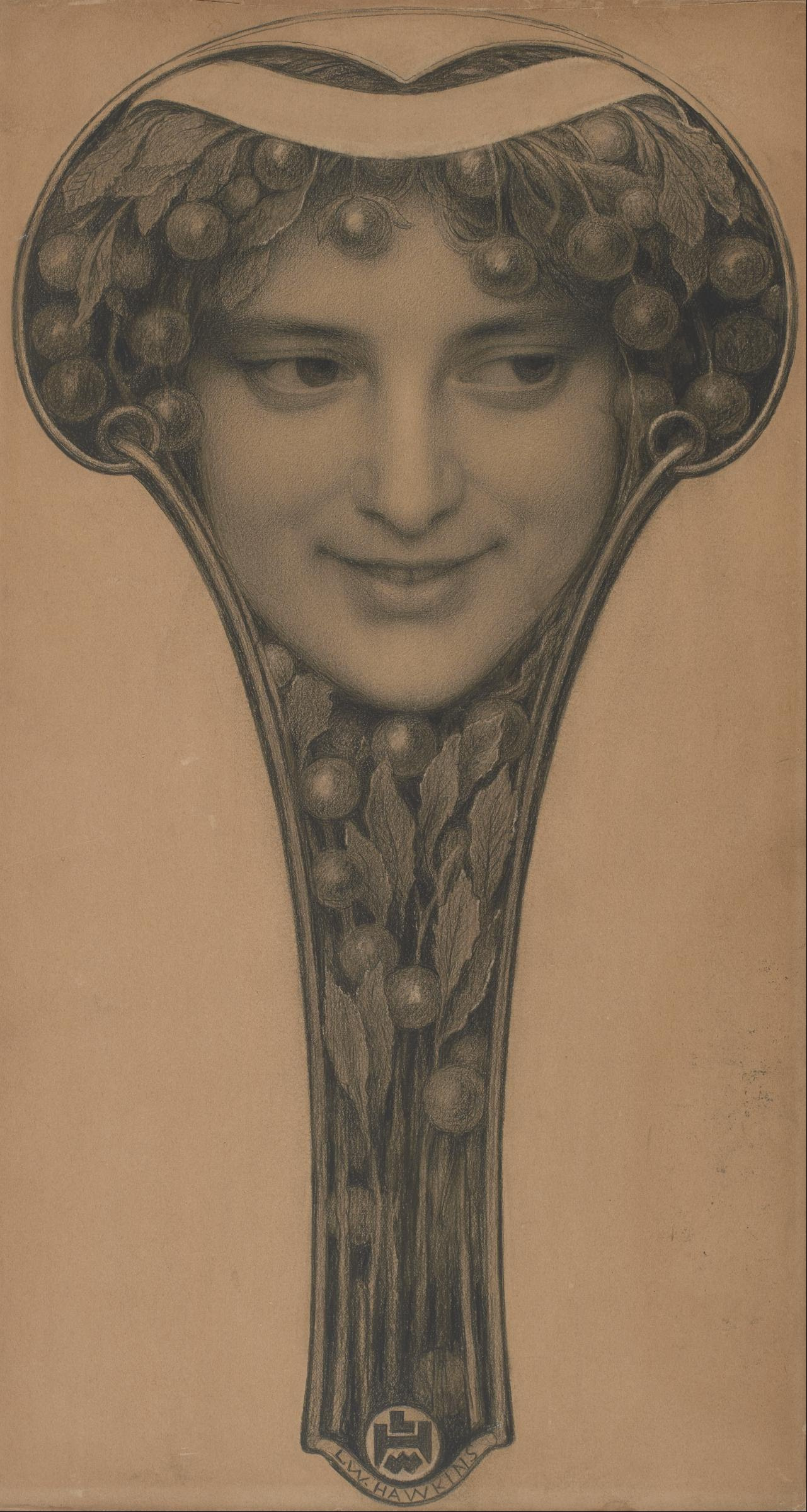
Masque; de Louis Welden Hawkins; 1895-1905; cretă neagră și creion pe hârtie maro deschis; 43,2 x 23,8 cm; Muzeul de Arte Frumoase (Houston, SUA)
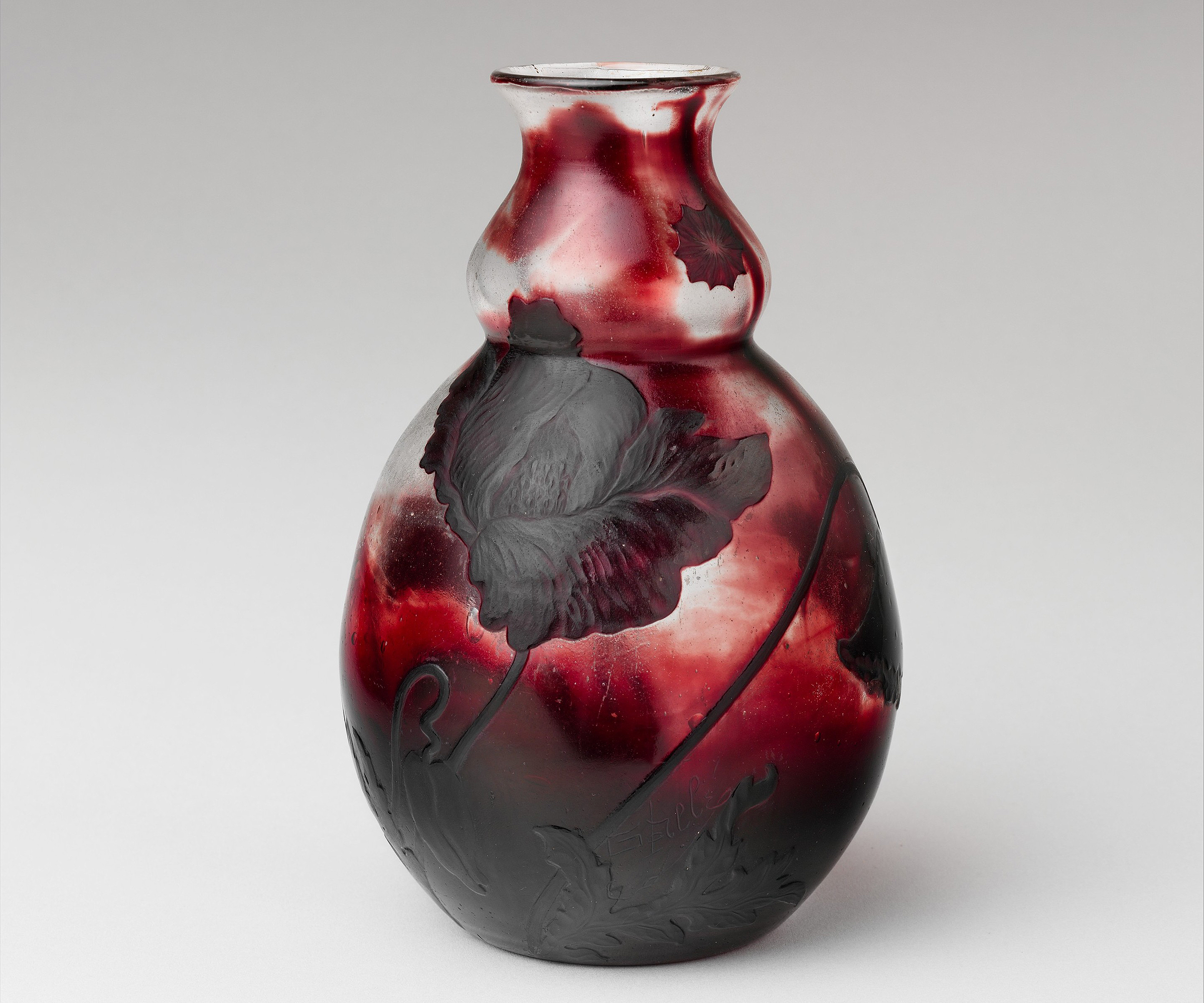
Vază; de Émile Gallé; 1896; sticlă; înălțime: 17,5 cm; Muzeul Metropolitan de Artă (New York City)
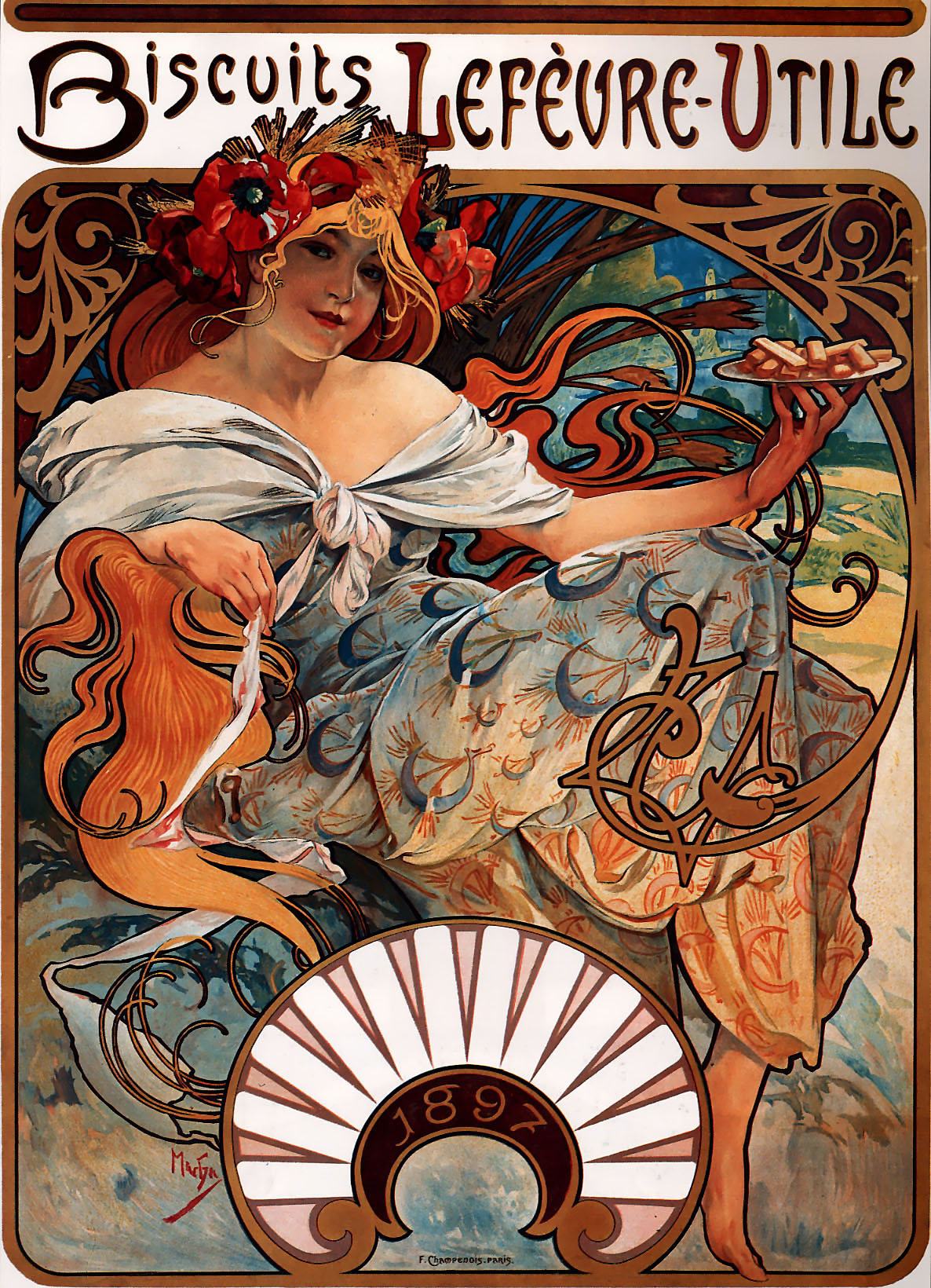
Biscuiții Lefèvre-Utile (reclamă); de Alfons Mucha; 1897; litografie; 62 × 43,5 cm; colecție privată
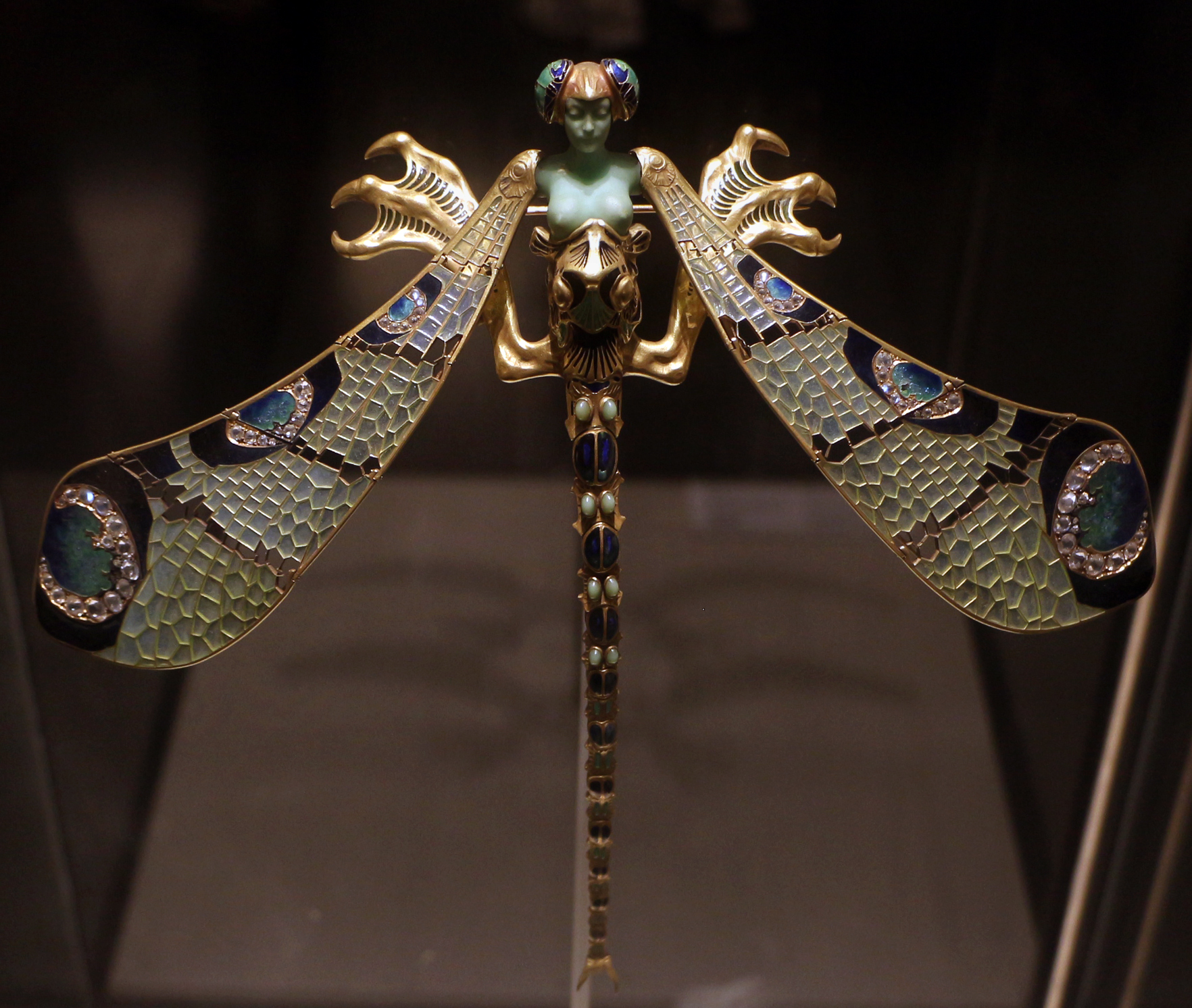
Borșa Libelulă; de René Lalique; circa 1897–1898; aur, email, crisopraz, calcedonie, piatra lunii și diamant; înălțime: 23 cm, lățime: 26.5 cm; Muzeul Calouste Gulbenkian (Lisabona, Portugalia)
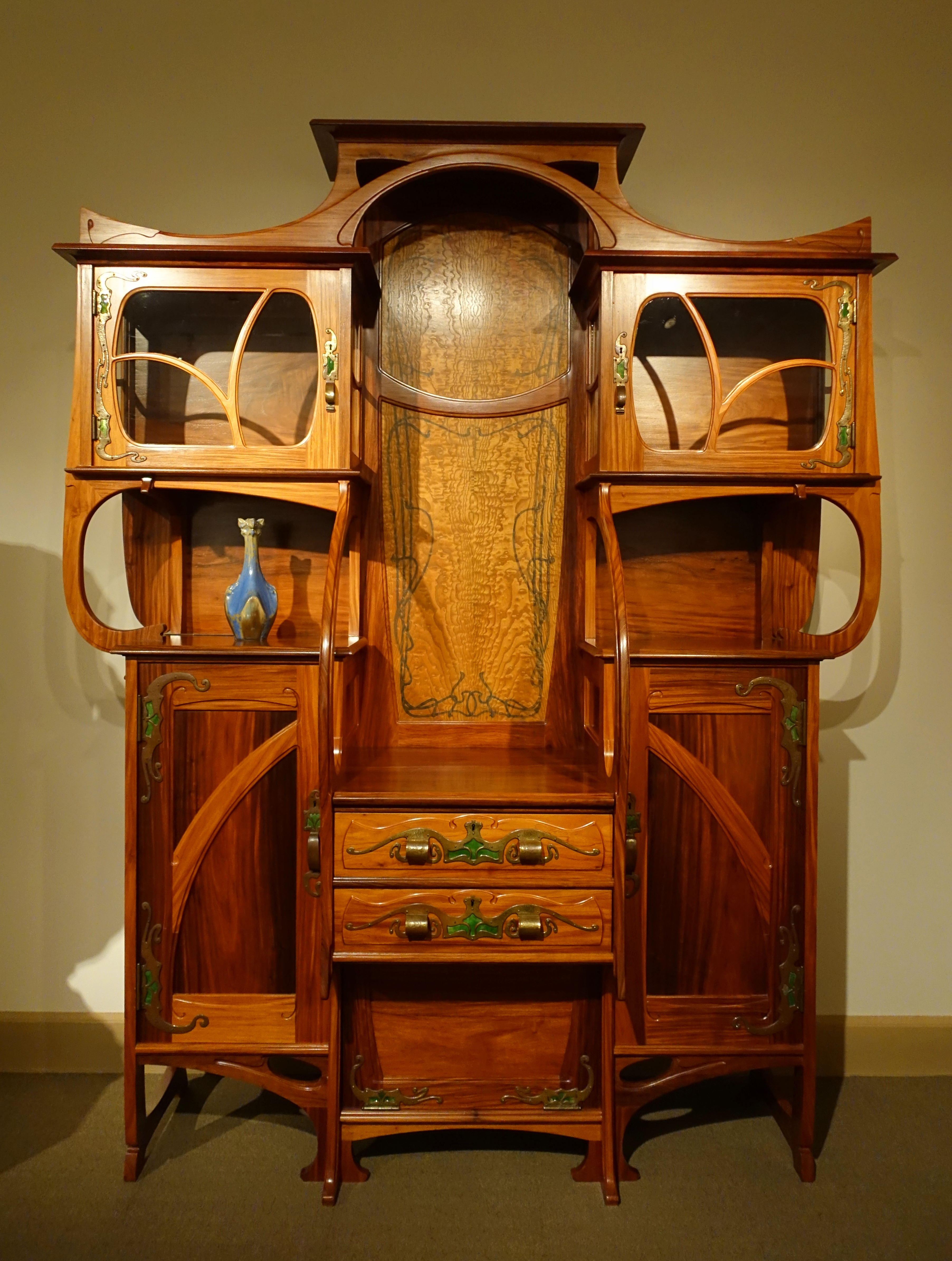
Vitrină-dulap; de Gustave Serrurier-Bovy; 1899; lemn narra roșu, frasin, cupru, email și sticlă; înălțime: 248,9 cm, lățime: 213,4 cm, adâncime: 63,5 cm; Muzeul Metropolitan de Artă
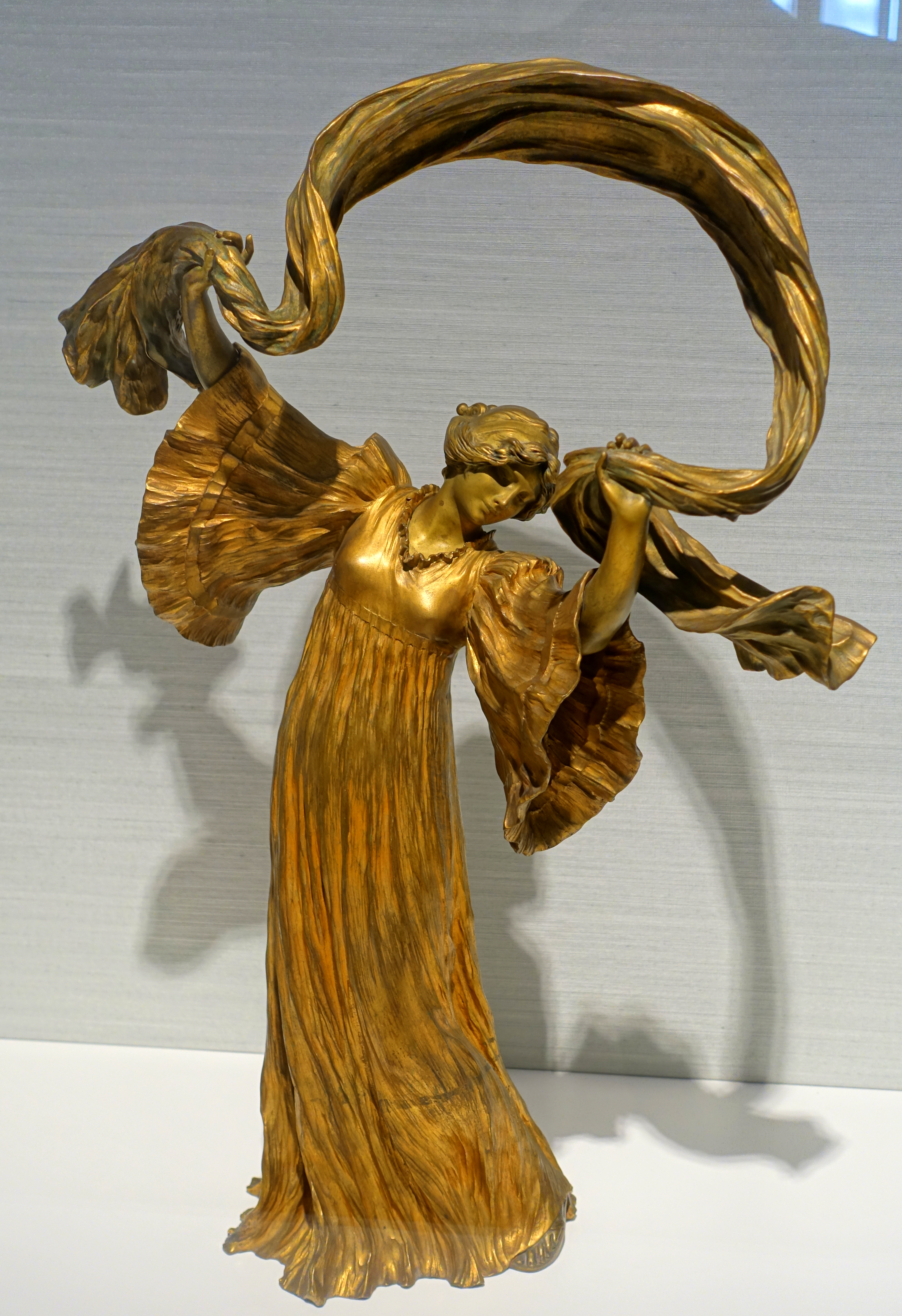
Le Jeu de l'echarpe (Dansatoare cu eșarfă); de Agathon Leonard; înainte de 1901; bronz aurit; Hessisches Landesmuseum Darmstadt (Darmstadt, Germania)
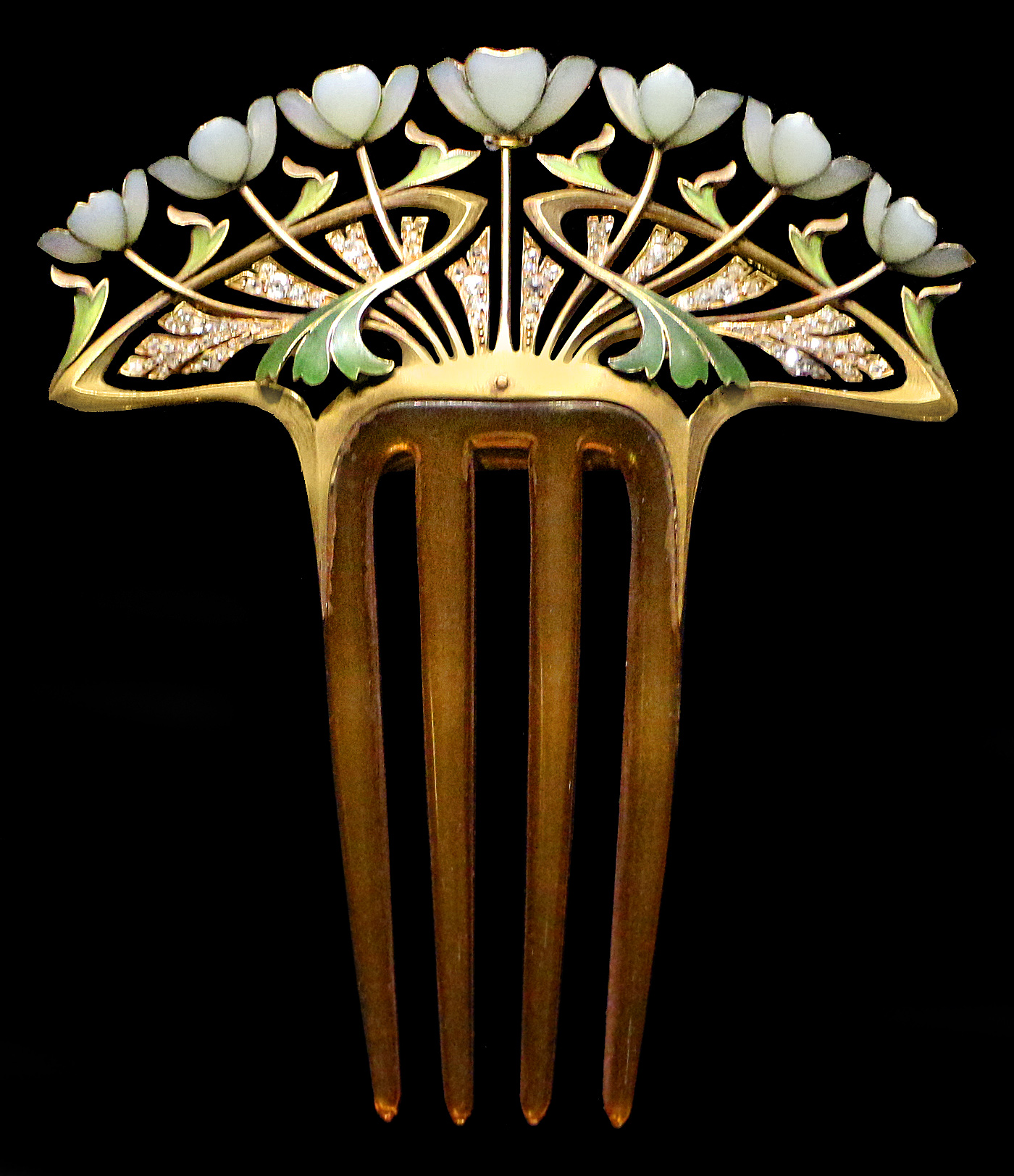
Pieptăne; de René Lalique; circa 1902; aur, smaralde și diamante; Musée d'Orsay (Paris)
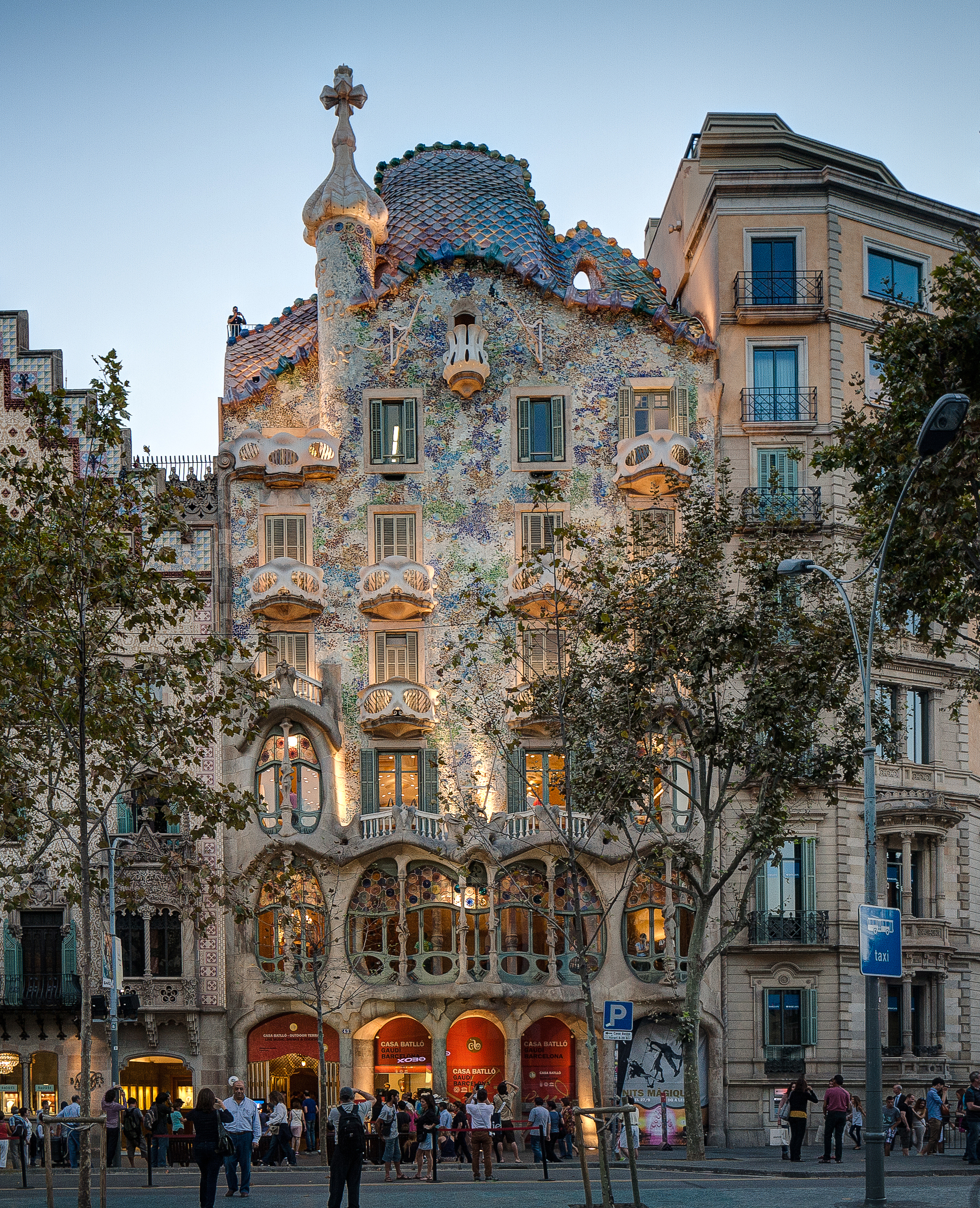
Casa Batlló; de Antoni Gaudí; Barcelona (Spania)
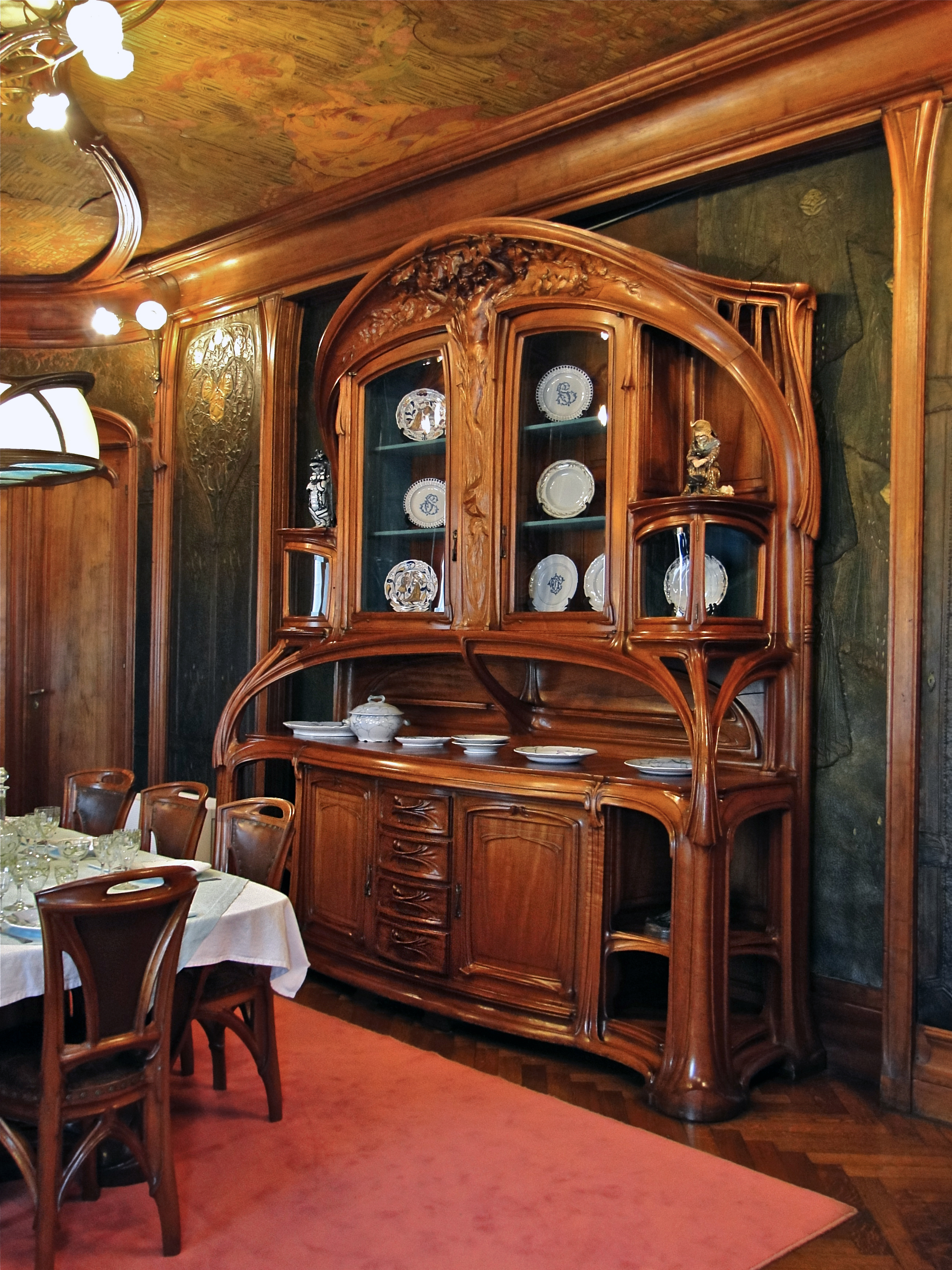
Bufet; de Eugene Vallin în colaborare cu Victor Prouvé; circa 1903–1906; probabil făcut din mahon; Muzeul Școlii de la Nancy (Nancy, Franța)
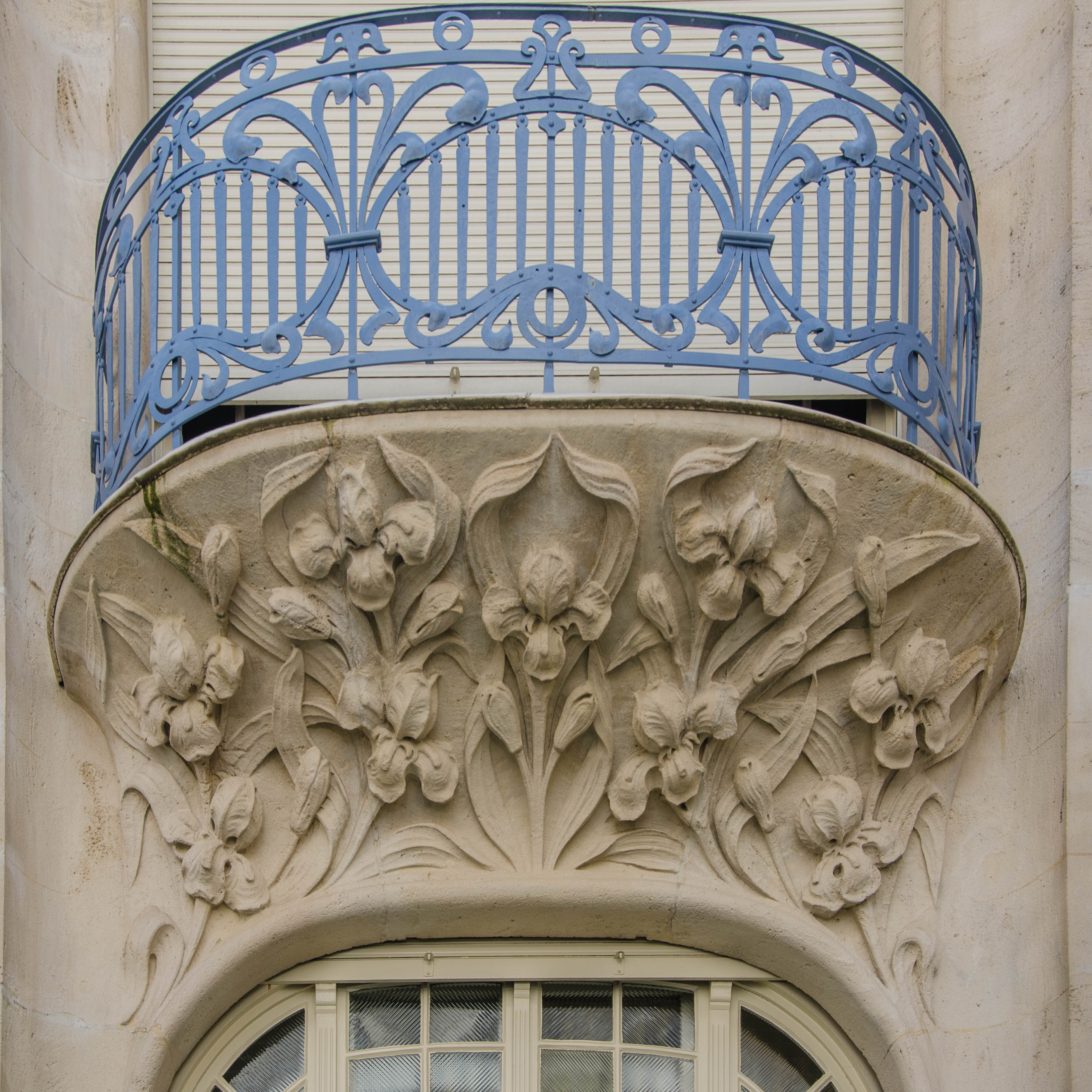
Balcon cu un relief sub el, pe fațada Hôtelului Brion din Strasbourg (Franța), terminat în 1904
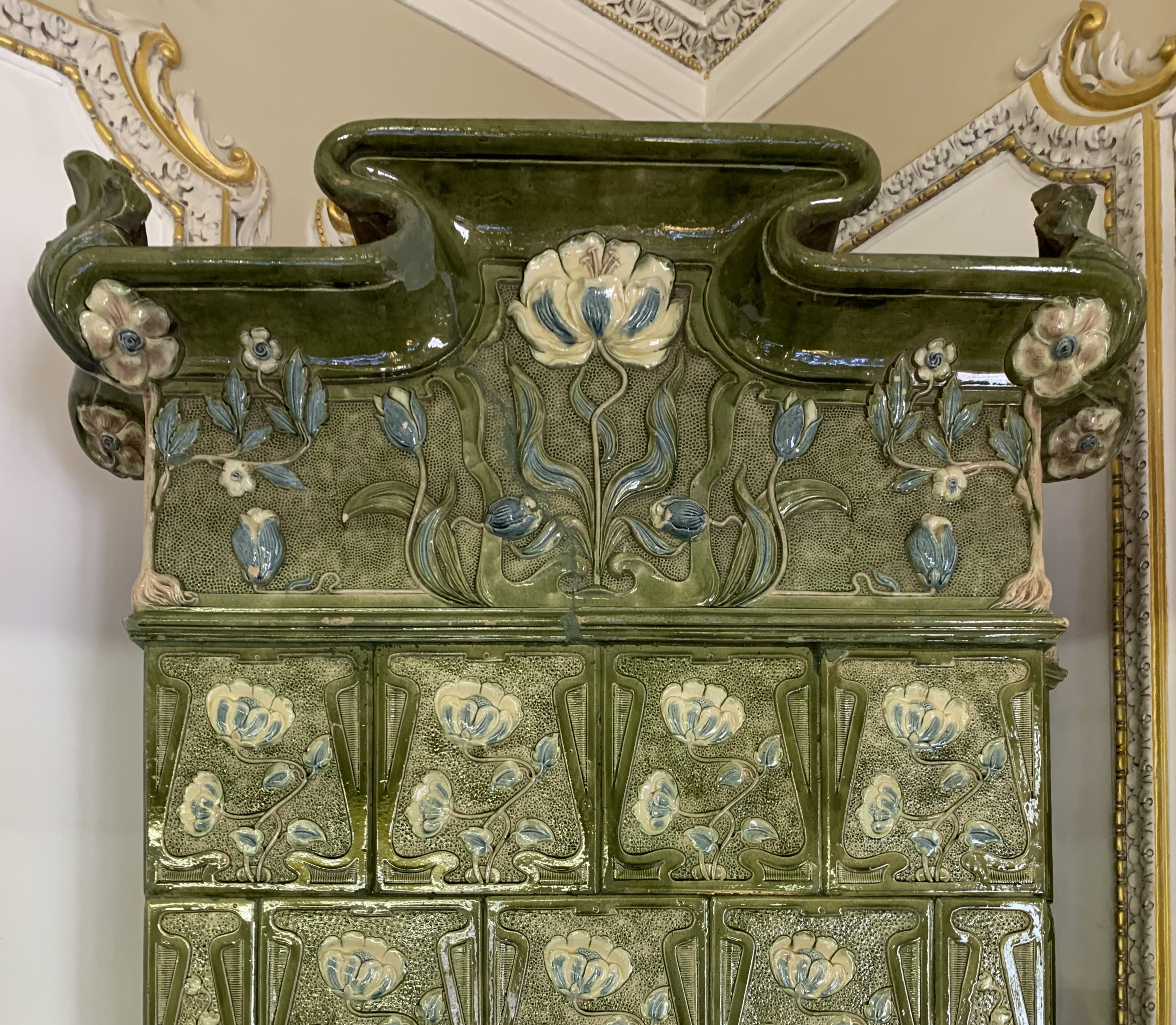
Partea de sus a unei sobe din Muzeul George Severeanu din București

#### Fauvismul (circa 1898 – 1908)

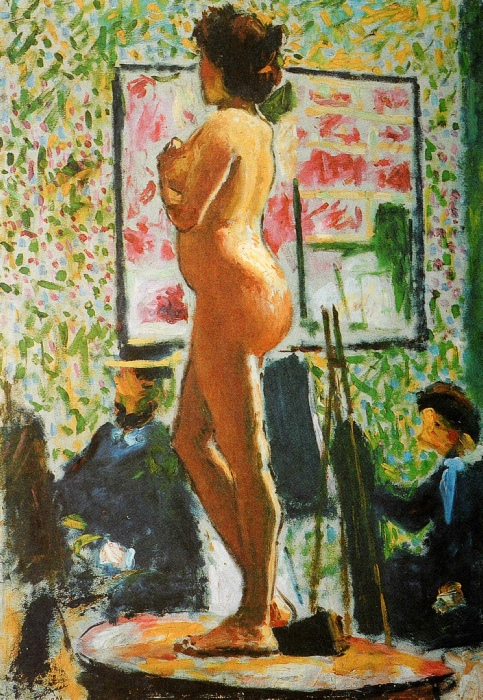
Pictarea unui Model la École des Beaux-Arts; de Albert Marquet; 1898; ulei pe pânză; 73 x 50 cm; Muzeul de Arte Frumoase din Bordeaux (Franța)

Fauvismul s-a născut din postimpresionism, evoluând treptat în prima mișcare majoră a secolului al XX-lea. Geneza sa a fost în 1895 când Henri Matisse, cea mai veche și centrală figură, a intrat în studioul lui Gustave Moreau la École des Beaux-Arts. Acolo i-a cunoscut pe Georges Rouault, Charles Camoin, Henri Manguin și Albert Marquet. Marquet spunea că: „Încă din 1898, Matisse și cu mine lucram la ceea ce mai târziu a fost numit modul Fauve. Primele expoziții la Indepéndants în care am fost, cred, singurii care au pictat în tonuri pure, s-au întors în 1901.” Până în 1902-1903, cercul de artiști cu idei similare crescuse, astfel inluzându-i pe Georges Braque, André Derain, Raoul Dufy, Othon Friesz, Jean Metzinger, Jean Puy, Louis Valtat, Kees van Dongen, și Maurice de Vlaminck. În perioada asta au avut loc la Paris o serie de expoziții retrospective influente: Seurat (1900, 1905), Van Gogh (1901, 1905), Toulouse-Lautrec (1902), Gauguin (1906), Cezanne (1907), toate relativ necunoscute de publicul de atunci. Matisse și Derain au colecționat sculpturi africane, o curiozitate inedită dar din ce în ce mai mare. Matisse a petrecut vara anului 1904 pictând în Saint-Tropez cu neoimpresionistul Paul Signac și Henri-Edmond Cross, urmați în 1905 de Camoin, Manguin și Marquet. Artistul a expus regularitate la Salon des Indepéndants și la Salon d’Automne 1903-1908, iar în 1905 munca lor a creat senzație și un scandal. Matisse a declarat „Am expus la Salon d’Automne, Derain, Manguin, Marquet, Puy, iar alți câțiva au fost agățați împreună într-una dintre galeriile mai mari. În centrul respectivei camere, sculptorul Marque a expus un bust al unui copil, într-un stil destul de italian. Vauxcelles [critic de artă pentru Gil Blas] a intrat în cameră și a spus: Ei, bine! Donatello în ceața fiarelor sălbatice! [Donatello chez les fauves].” Mișcarea nu fusese percepută ca o entitate de către public, dar odată publicat, numele a rămas. Spre deosebire de impresioniști și de lupta lor lungă pentru acceptare, avangarda a avut o audiență nerăbdătoare până în 1906-1907, iar fauvistul atrăgea colecționari din America în Rusia. Cu toate astea, fauvismul s-a dizolvat în mare parte în 1908, pe măsură ce apare cubismul, cea mai mare parte a artiștilor începând să exploreze alte stiluri și să se deplaseze în direcții diferite. Doar Matisse și Dufy au continuat să exploreze fauvismul până în anii 1950.
Fauviștii pictau pisaje în aer liber, interioare, figuri și naturi moarte, urmând exemple de realism, impresionism și postimpresionism. Ei au aplicat vopsea cu tușe libere de pensulă, în culori groase, nenaturale, adesea contrastante, vibrante, uneori direct din tub. Influența lui Gauguin, cu explorarea valorilor expresive și a aspectelor spațiale ale modelării cu culori plate, pure, precum și interesul său pentru primitivism au fost semnificative, la fel și neoimpresionismul. Matisse a explicat - pentru o lungă perioadă de timp culoarea a servit ca o completare a designului, pictorii Renașterii au construit imaginea după linie, adăugând după aceea culoare locală - scriind: „De la Delacroix la Van Gogh și, în principal, la Gauguin, prin impresionism, care a curățat pământul și Cézanne, care a dat impulsul final și a introdus volume colorate, putem să urmărim reabilitarea astea a funcției culorii, restaurarea asta a puterii sale emotive”. Fauvismul a fost punctul culminant într-o schimbare, de la desen și linie ca fundații ale designului în pictură, la a colorarea și înfățișarea subiectelor în pragul abstractizării.

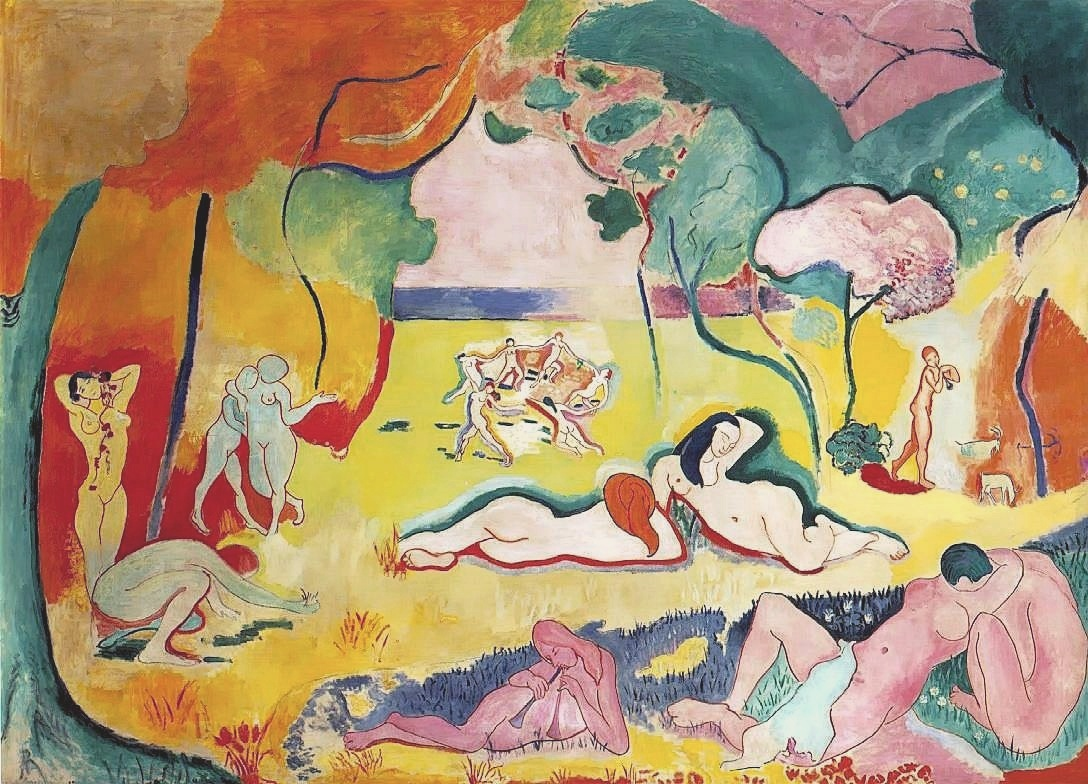
Le bonheur de vivre; de Henri Matisse; 1905–1906; ulei pe pânză; 175 × 241 cm; Fundația Barnes
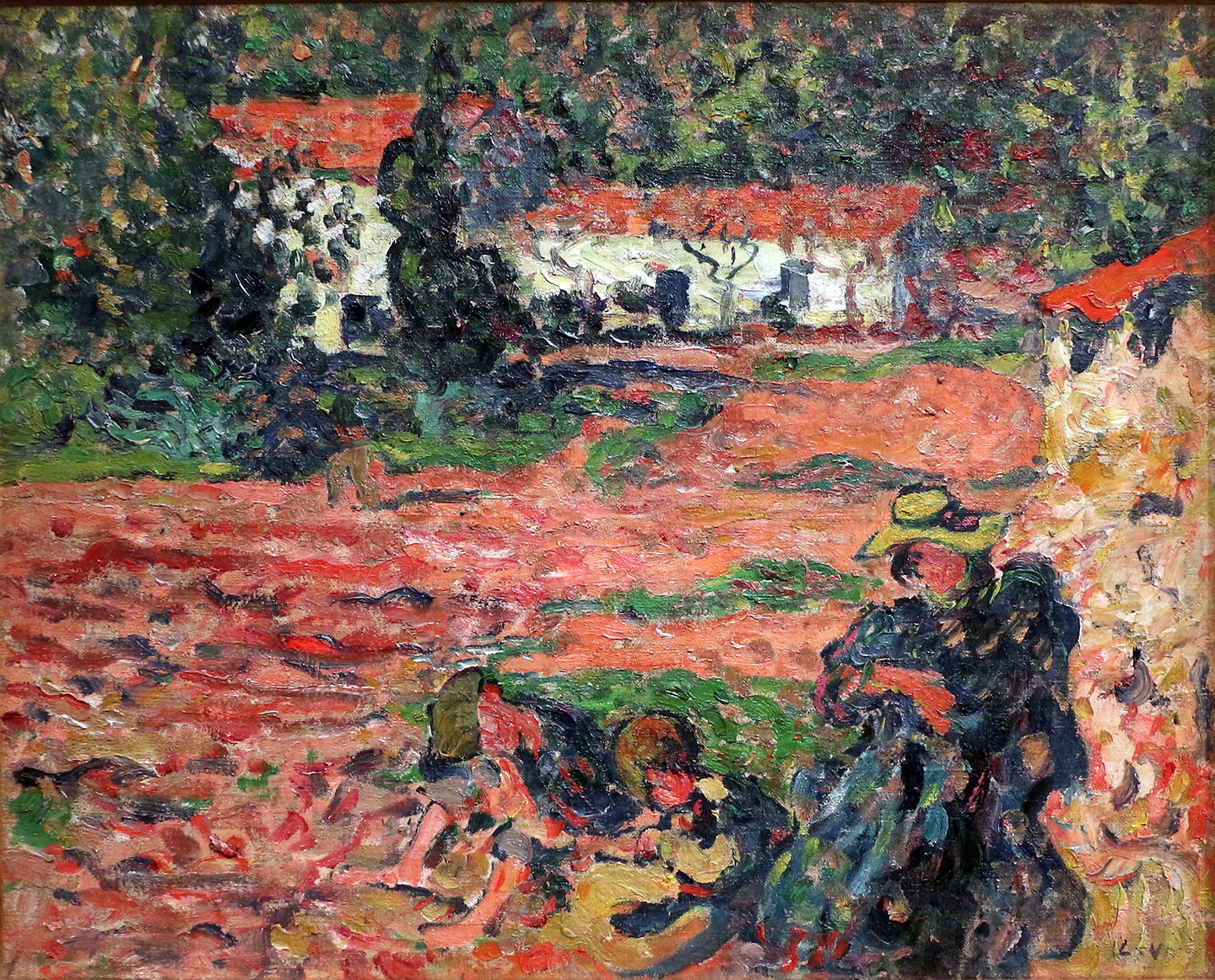
Peisaj Fauve; de Louis Valtat; 1905–1906; ulei pe pânză; Muzeul de Artă Speed (Louisville, Kentucky, SUA)
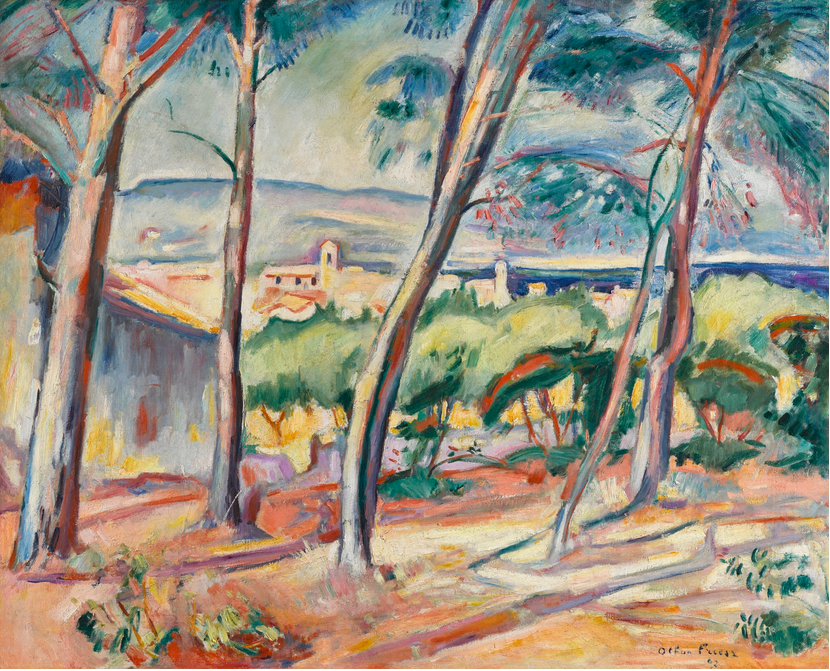
La Ciotat; de Othon Friesz; 1907; ulei pe pânză; 65,7 x 81 cm; colecție necunoscută
Podul Charing Cross, Londra; de André Derain; 1906; ulei pe pânză; 80,3 × 100,3 cm.; National Gallery of Art (Washington, D.C.)

#### Expresionismul (circa 1905 - 1933)

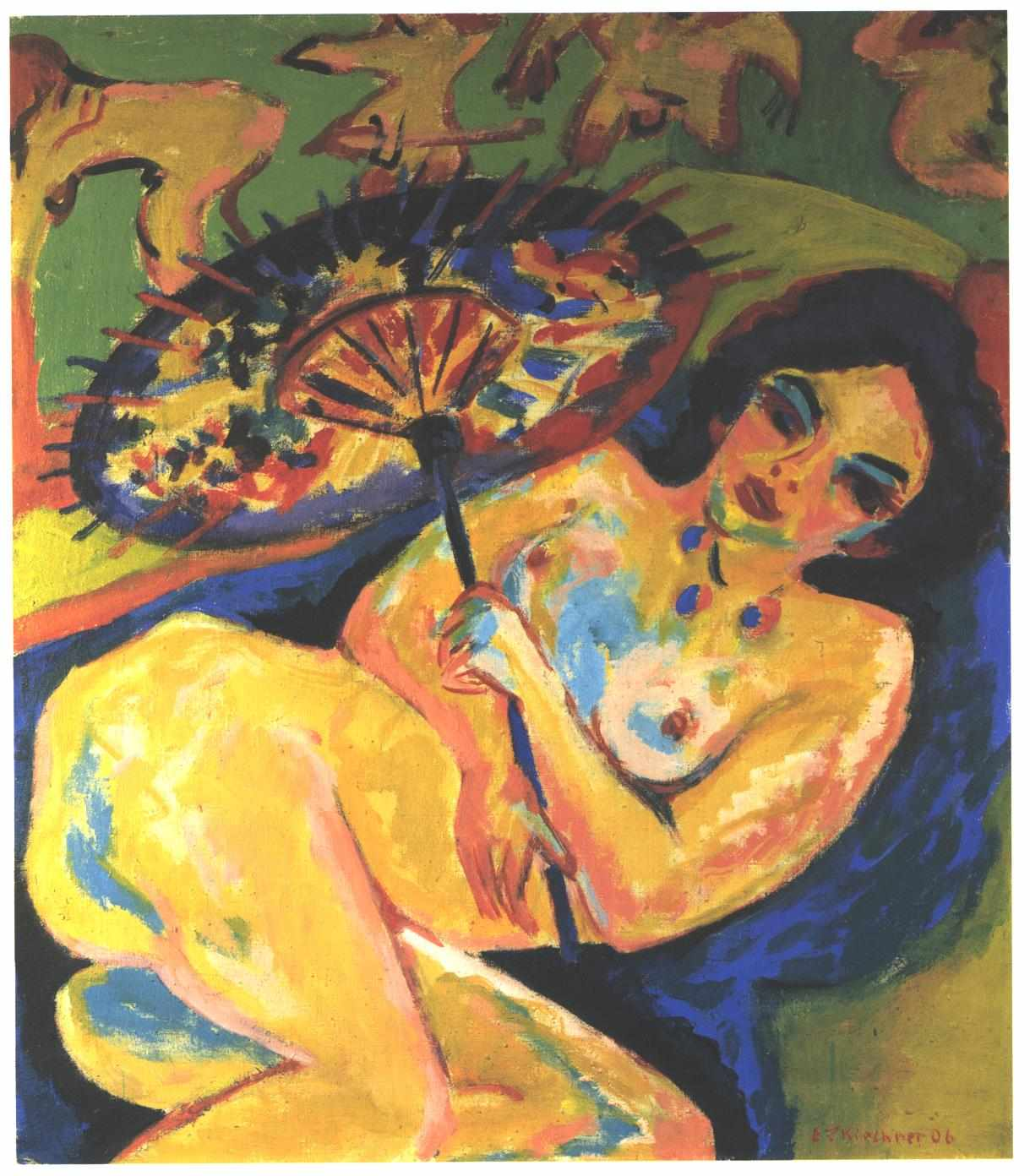
Fată Sub o Umbrelă Japoneză; de Ernst Ludwig Kirchner; 1906; ulei pe pânză; 36,5 x 31,5; Kunstsammlung Nordrhein-Westfalen (Düsseldorf, Germania)

Expresionismul a fost o mișcare internațională în pictură, sculptură, artele grafice, poezie, literatură, teatru, film și arhitectură. Unii asociază A II-a Școală Vieneză și alte muzici ale perioadei cu mișcarea. Majoritatea istoricilor plasează începutul expresionismului în 1905 odată cu fondarea a Die Brücke. Cu toate astea, mai mulți artiști au produs o operă influentă care a fost în spiritul expresionismului în jurul anilor 1885-1905, ei fiind Lovis Corinth, James Ensor, Käthe Kollwitz, Paula Modersohn-Becker, Edvard Munch, Emil Nolde, și Christian Rohlfs printre alții. Mulți dintre acești artiști au expus ulterior și s-au asociat cu diferite grupuri expresioniste. Pictura expresionistă e caracterizată de tușe libere ale pensulei, spontane, frecvent groase, și impasto. Adesea a transmis modul în care artistul s-a simțit în legătură cu subiectul pe care l-a înfățișat, opus ceea ce arăta, punând intuiție și sentimente peste reprezentări realiste sau teorii ale artei. Expresionismul era des infuzat cu furie sau bucurie și un angajament de ansamblu cu viața contemporană și problemele sociale care adesea lipseau de la concentrarea fauvismului asupra designului și culorii aplicate sebiectelor neutre. Xilogravurile sunt deosebit de demne de expresionism. Expresionismul poate să se suprapună uneori și se integrează cu alte stiluri și mișcări, cum ar fi simbolismul, fauvismul, cubismul, futurismul, abstractizarea și dadaismul. Câteva grupuri și fracțiuni ale expresionismului au apărut în diverse momente și locuri.
Die Brücke (Podul: 1905 -1913) a aspirat să conecteze „toate elementele revoluționare și în plină expansiune.” A fost fondată de patru studenți la arhitectură: Ernst Ludwig Kirchner, Erich Heckel, Karl Schmidt-Rottluff și Fritz Bleyl. Împărtășind un studio în Dresda au produs picturi, sculpturi, tipărituri și expoziții organizate, separându-se în vară ca să lucreze independent. Prima lor expoziție a fost în 1905, la care ulterior li s-au alăturat Emil Nolde și Max Pechstein în 1906, și Otto Mueller în 1910, printre alții. Influențele includ arta gotică, primitivismul, Art Nouveau-ul și fauvismul. Grupul s-a mutat în Berlin în 1911 și ulterior s-a dizolvat în 1913. Der Blaue Reiter (Călărețul Albastru: 1911-1914), fondat de Wassily Kandinsky și Franz Marc, a fost un grup relativ informal care a organizat expoziții de artă din Paris și Europa. A fost unul dintr-o serie de grupuri din ce în ce mai progresiste, care s-au despărțit de Academia de Artă din München, inclusiv de Secesiunea din München în 1892 (realiști și impresioniști), Phalanx în 1901 (postimpresioniști), Neue Kunstler Vereiningung în 1909 și Călărețul Albastru în 1911. Artiștii asociați cu ultimele două grupuri au inclus frații Burliuk, Heinrich Campendonk, Alexej von Jawlensky, Paul Klee, August Macke, Gabriele Münter și Marianne von Werefkin. Eufonicul almanah Der Blaue Reiter, o colecție de eseuri influențante și Kandinsky „Despre spiritul în artă”, cu ideile sale despre arta nonbiectivă, au fost publicate în 1912. Călărețul Albastru s-a încheiat cu izbucnirea Primului Război Mondial, în care Macke și Marc au murit.
În Austria au apărut alți artiști ca Oskar Kokoschka, Egon Schiele și Richard Gerstl. Artistul francez Georges Rouault și cel rus Chaim Soutine au avut afinități cu mișcarea. Sculptorii includ Ernst Barlach, Wilhelm Lehmbruck, Gerhard Marcks și William Wauer. Arhitecți asociați expresionismului sunt Max Berg, Hermann Finsterlin, Johann Friedrich Höger, Michel de Klerk, Erich Mendelsohn, Hans Poelzig, Hans Scharoun, Rudolf Steiner și Bruno Taut. Der Sturm (Furtuna: 1910-1932) a fost o revistă cu mult conținut expresionist fondată de Herwarth Walden, cu o galerie asociată în Berlin deschisă în 1912 și o companie de teatru și școală deschisă în 1918. Filmele considerate expresioniste, unele considerate clasice, includ Cabinetul doctorului Caligari (de Robert Wiene, 1920), Nosferatu – Simfonia groazei (de F. W. Murnau, 1922) și Metropolis (de Fritz Lang, 1927).
După Primul Război Mondial a apărut o tendință de retragere din avangarda de către mulți artiști, văzută în opera fauviștilor originali din anii 1920, în perioadele neoclasice ale lui Picasso și Stravinsky și în opera târzie a lui De Chirico. Tendința asta a fost numită „noua obiectivitate” (circa 1919-1933) în Germania și, în contrast cu natura nostalgică a acestei opere în altă parte, s-a caracterizat prin deziluzie și critici sociale nemiloase. Noii artiști de obiectivitate au apărut în cea mai mare parte din expresioniști și dadaiști, inclusiv Otto Dix, Christian Schad, Rudolf Schlichter, Georg Scholz și Jeanne Mammen. Max Beckmann și George Grosz au avut, de asemenea, o oarecare asociere cu o nouă obiectivitate pentru o perioadă. Chiar dacă nu e intrinsec expresionist, Staatliches Bauhaus (Școala de Construcție: 1919-1933) a fost o școală influentă germană care contopea meșteșuguri, artele decorative și cele plastice.  Trecând de la Weimar, la Dessau, la Berlin, s-a schimbat și a evoluat în focus cu timpul. Directori au inclus arhitecții Walter Gropius (1919-1928), Hannes Meyer (1928-1930) și Ludwig Mies van der Rohe (1930-1933).  În diferite puncte, facultatea i-a inclus pe Josef Albers, Theo van Doesburg, Lyonel Feininger, Johannes Itten, Paul Klee, Wassily Kandinsky, El Lissitzky, Gerhard Marcks, László Moholy-Nagy, Oskar Schlemmer. Arhitecții Bauhaus au influențat foarte mult Stilul Internațional, care s-a caracterizat prin forme seci, colțuroase, irâte, sărăcia ornamentației, monotonie, unirea designului și funcției și ideea că producția de masă ar putea să fie compatibilă cu viziunea artistică personală. Pe măsură ce Partidul Nazist a urcat la putere, arta modernă a fost supranumită „artă degenerată”, iar Bauhaus a fost închisă în 1933.

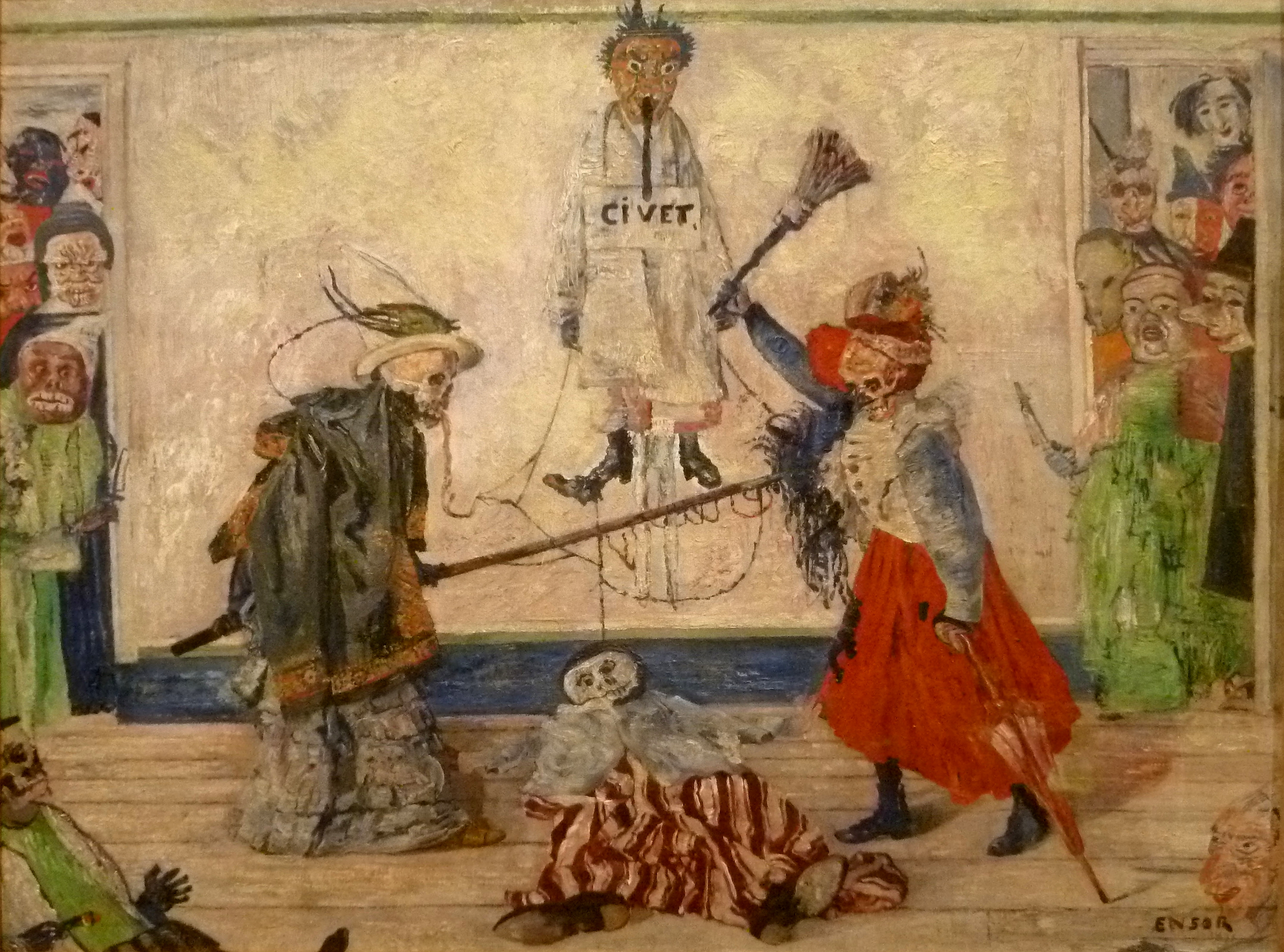
Schelete Bătându-se pentru Corpul unui Om Spânzurat; de James Ensor; 1891; ulei pe pânză; 59 × 74 cm; Muzeul Regal de Arte Frumoase din Antwerp (Belgia)
În Abator; de Lovis Corinth; 1893; ulei pe pânză; 78 × 89 cm.; Staatsgalerie Stuttgart (Germania)
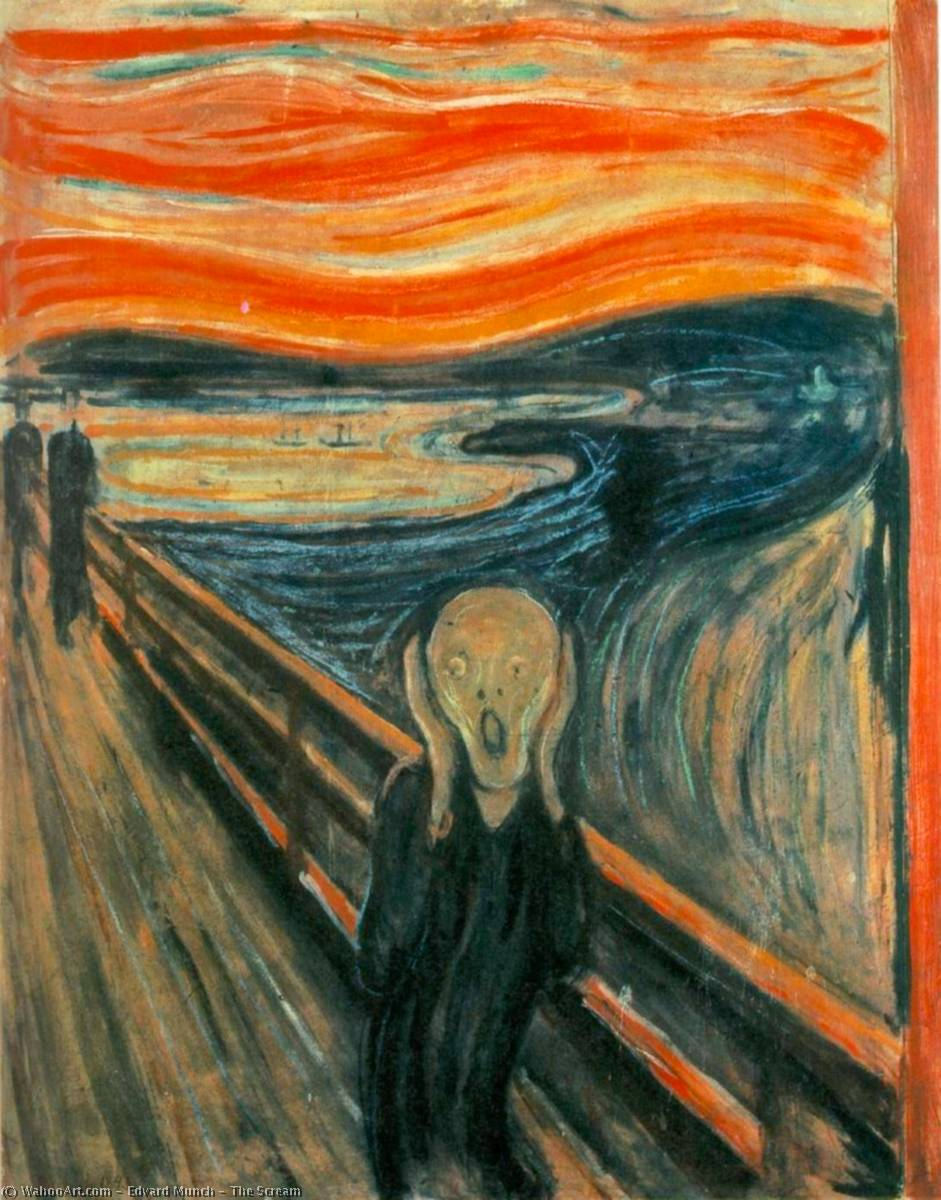
Țipătul; de Edvard Munch; 1893; ulei, tempera și pastel pe carton; 91 x 73 cm; Galeria Națională a Norvegiei (Oslo, Norvegia)
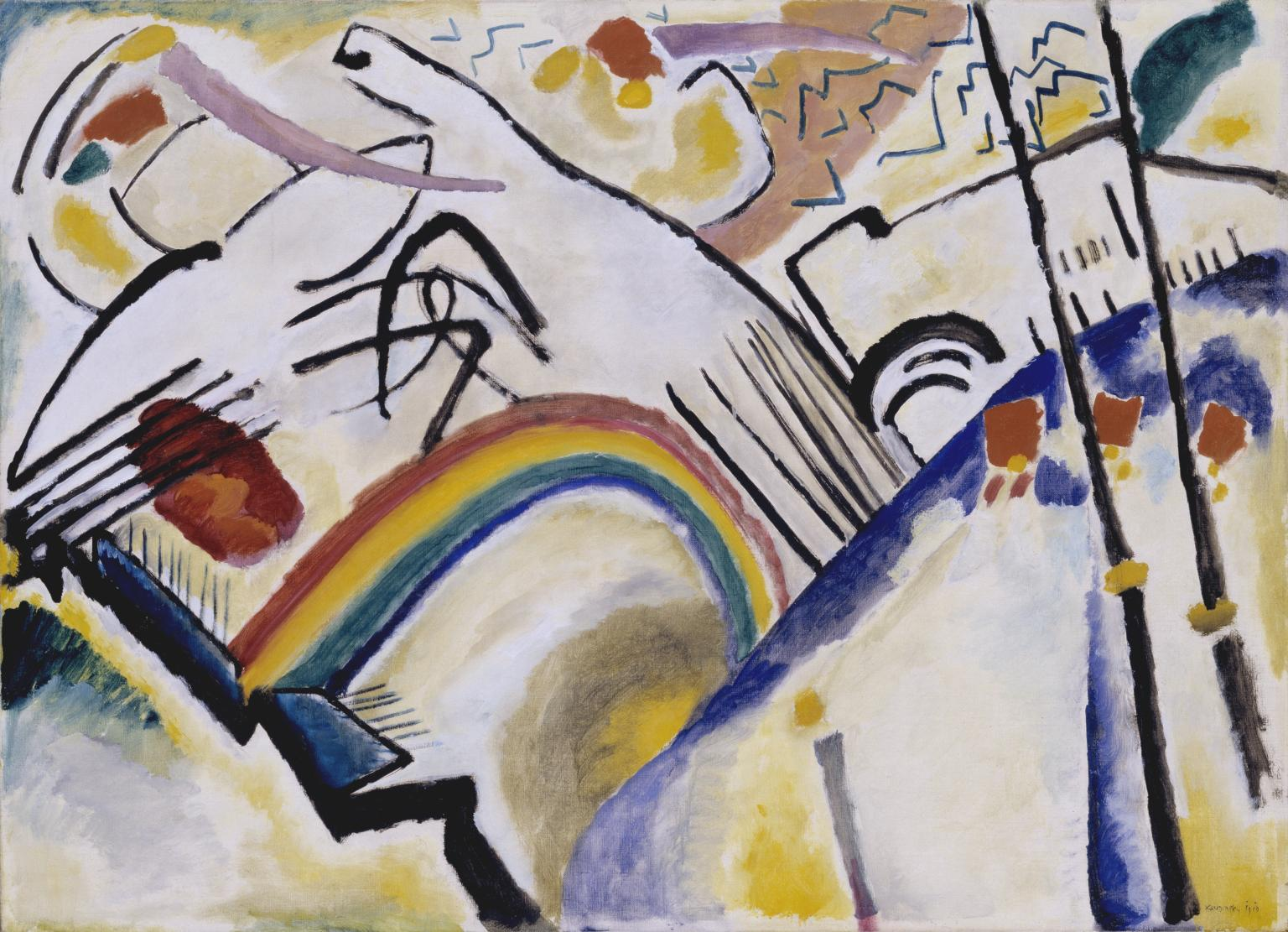
Cazacii; de Wassily Kandinsky; 1910–1911; ulei pe pânză; 94 × 130 cm.; Tate Modern (Londra)
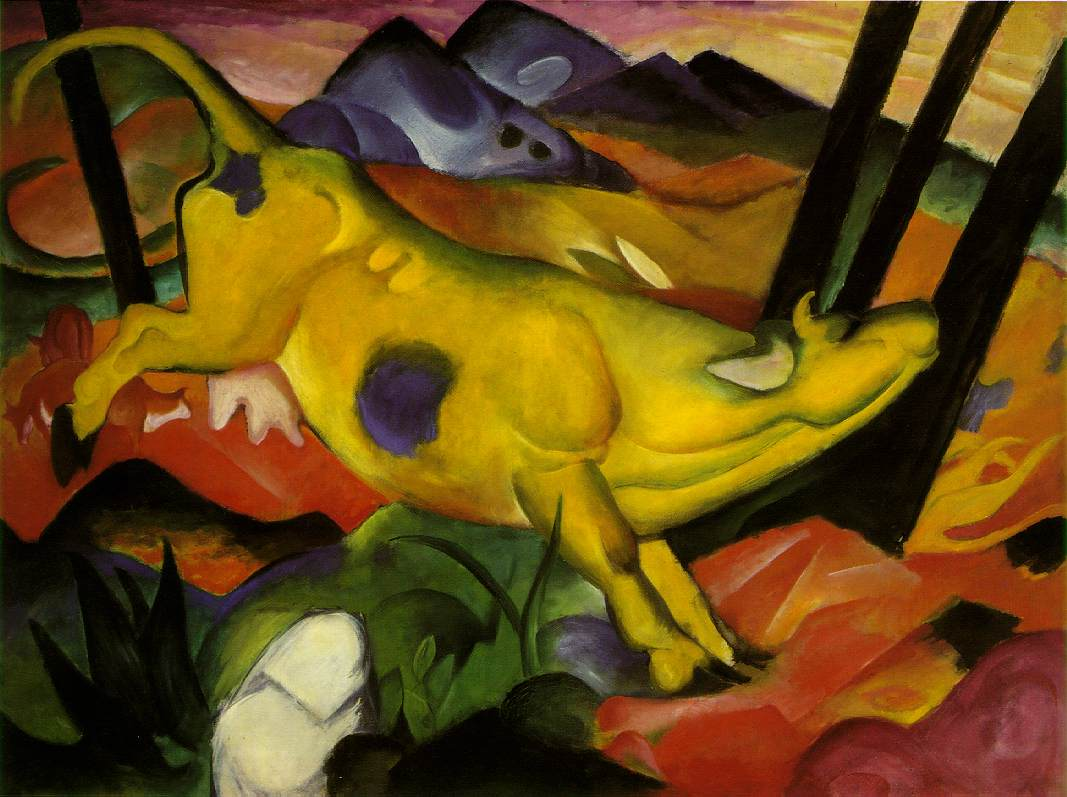
Vaca Galbenă; de Franz Marc; 1911; ulei pe pânză; 140,5 × 189,2 cm; Muzeul Solomon R. Guggenheim (New York City)
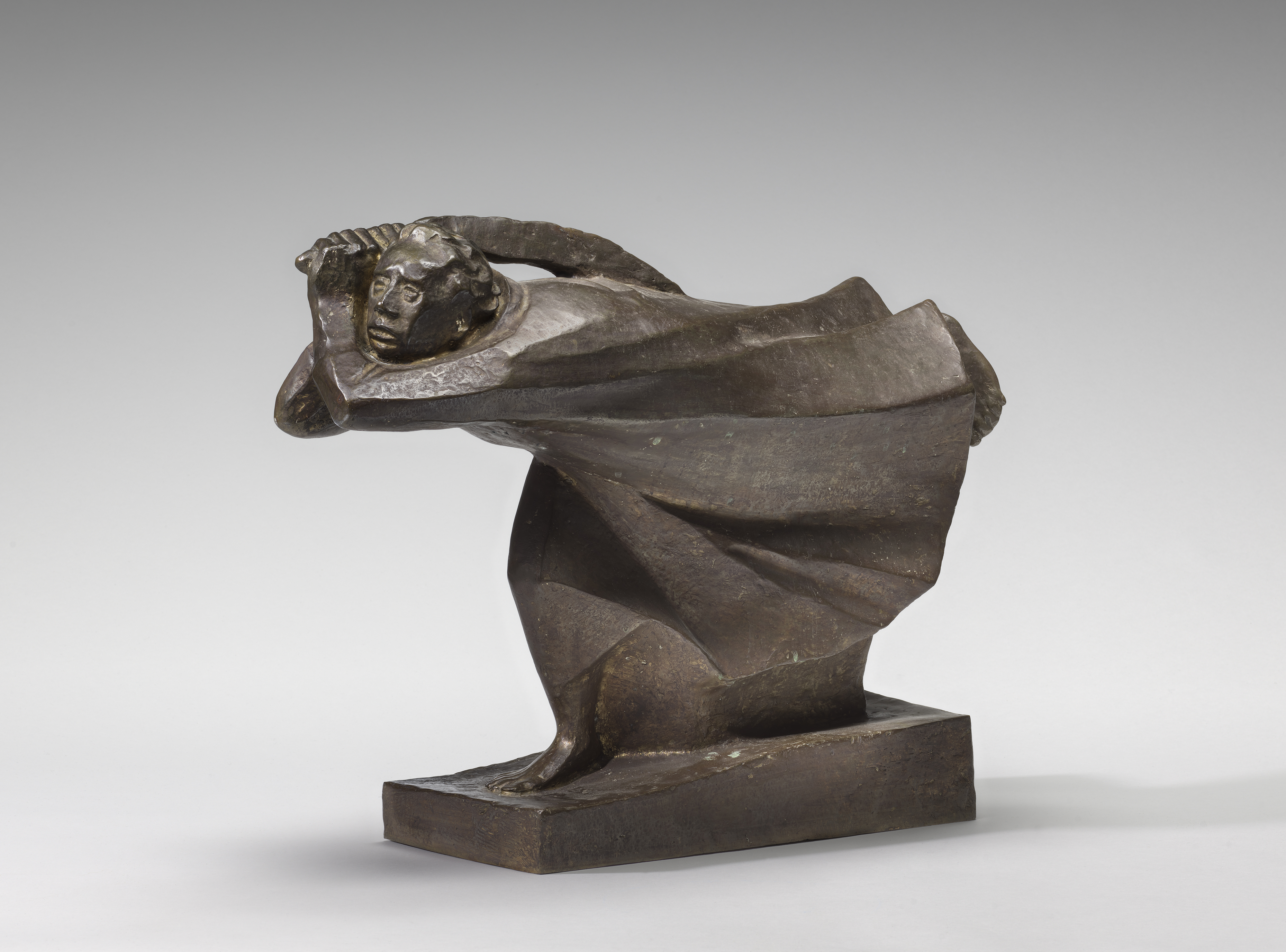
Răzbunătorul; de Ernst Barlach; 1914; bronz; lățime: 58,4 cm; National Gallery of Art (Washington D.C.)
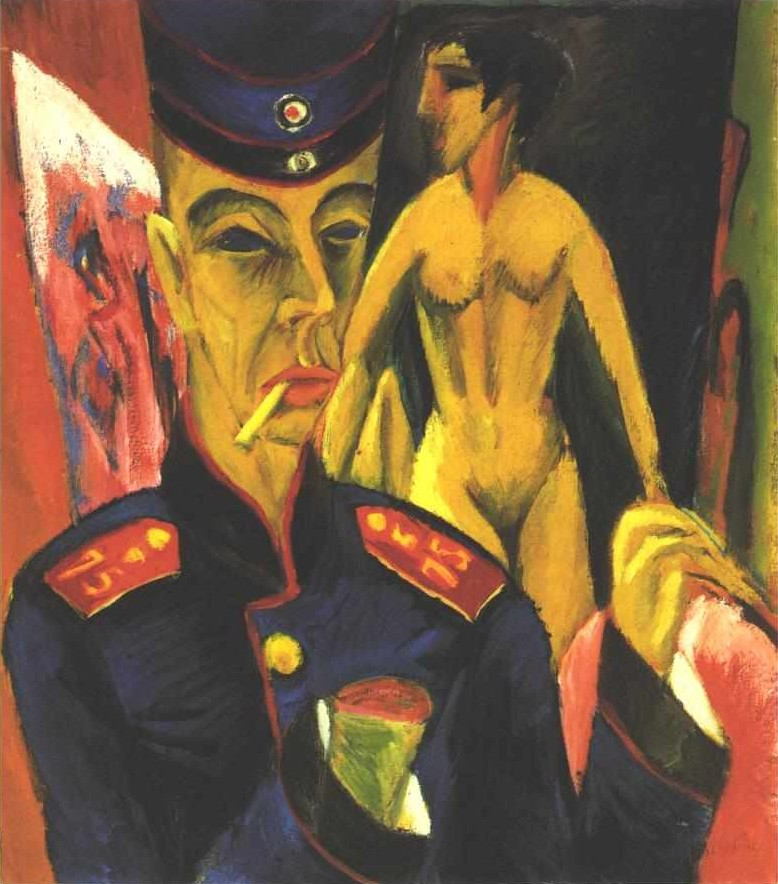
Autoportret ca un Soldat; de Ernst Ludwig Kirchner; 1915; 69,2 × 60,9 cm.; Muzeul Memorial de Artă Allen (Oberlin, Ohio, SUA)
Moartea și Fecioara; de Egon Schiele; 1915; ulei pe pânză; 150 x 180 cm; Österreichische Galerie Belvedere (Viena, Austria)
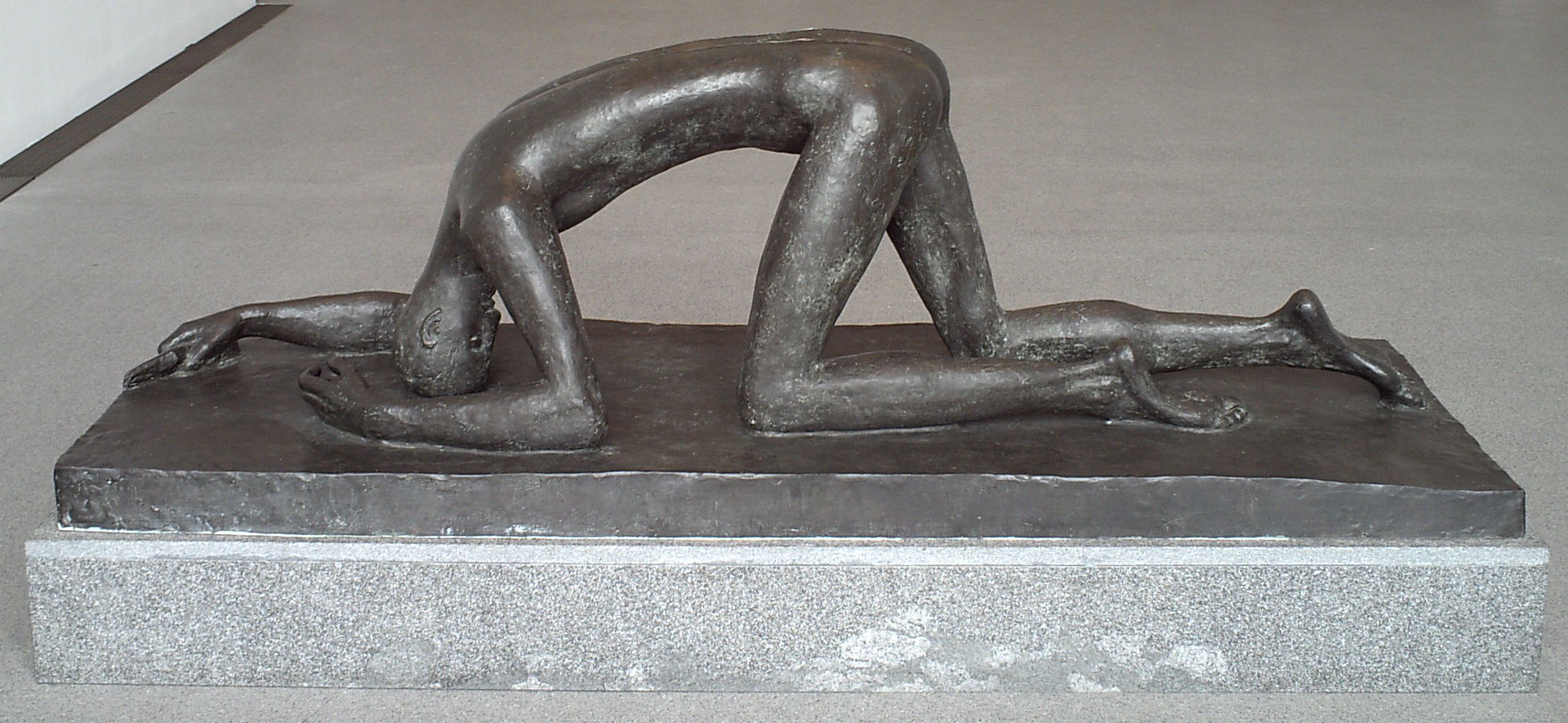
Cel Căzut; de Wilhelm Lehmbruck; 1915–1916; ghips; 29,5 × 94m5; Muzeul Wilhelm Lehmbruck Museum (Duisburg, Germania)
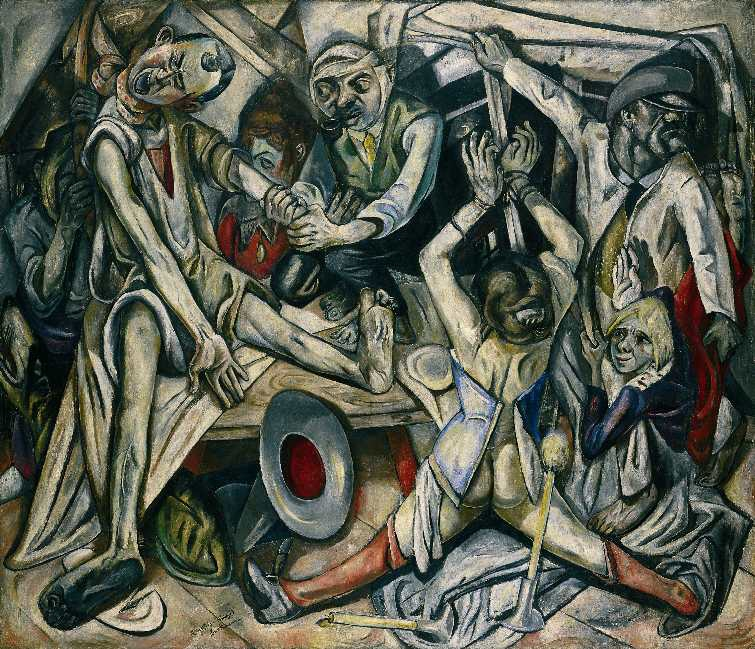
Noaptea; de Max Beckmann; 1918–1919; ulei pe pânză; 133 × 154 cm; Kunstsammlung Nordrhein-Westfalen (Düsseldorf, Germania)
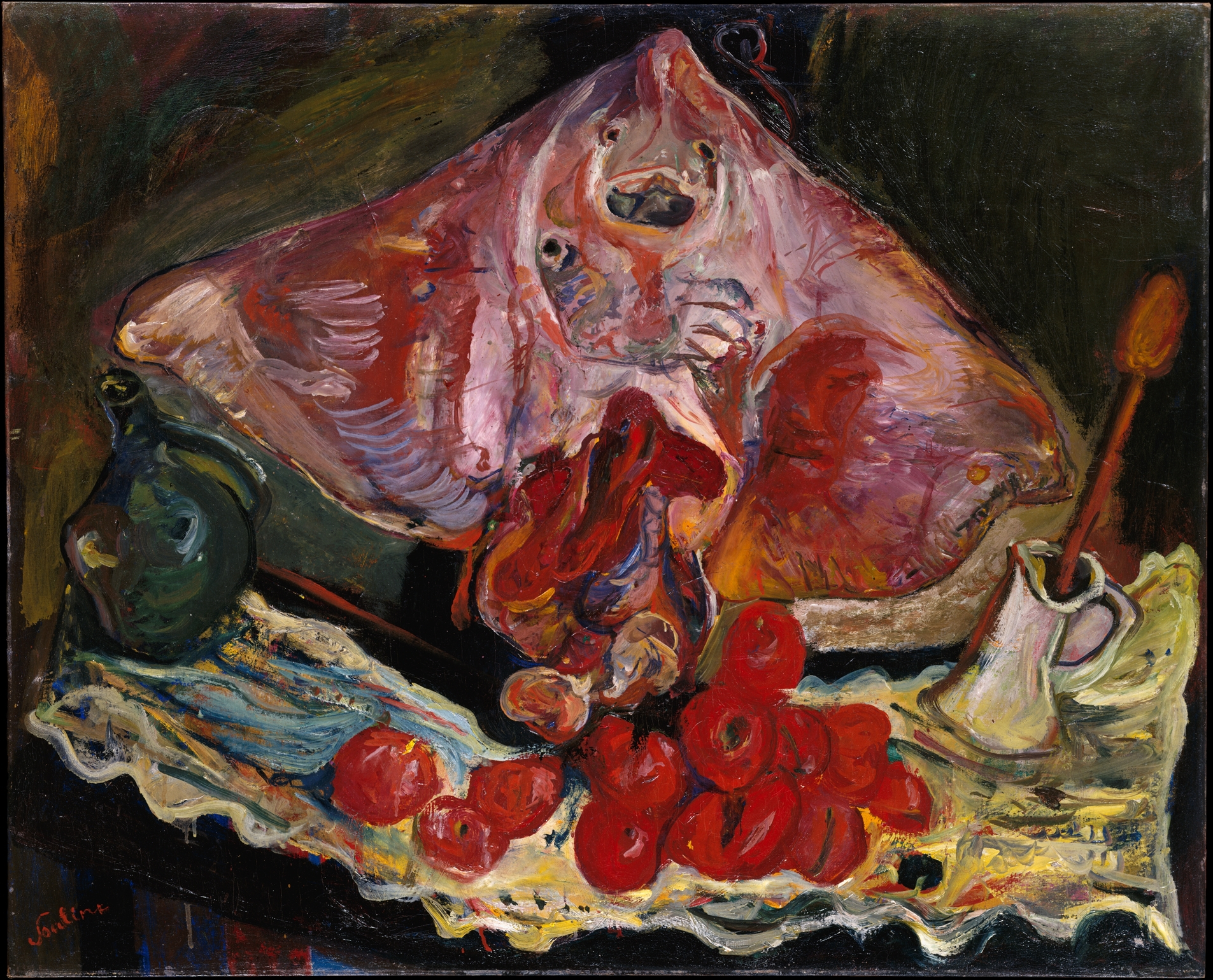
Natură Moartă cu Pisică de Mare; de Chaim Soutine; circa 1924; ulei pe pânză; 81,3 × 100 cm.; Muzeul Metropolitan de Artă (New York City)
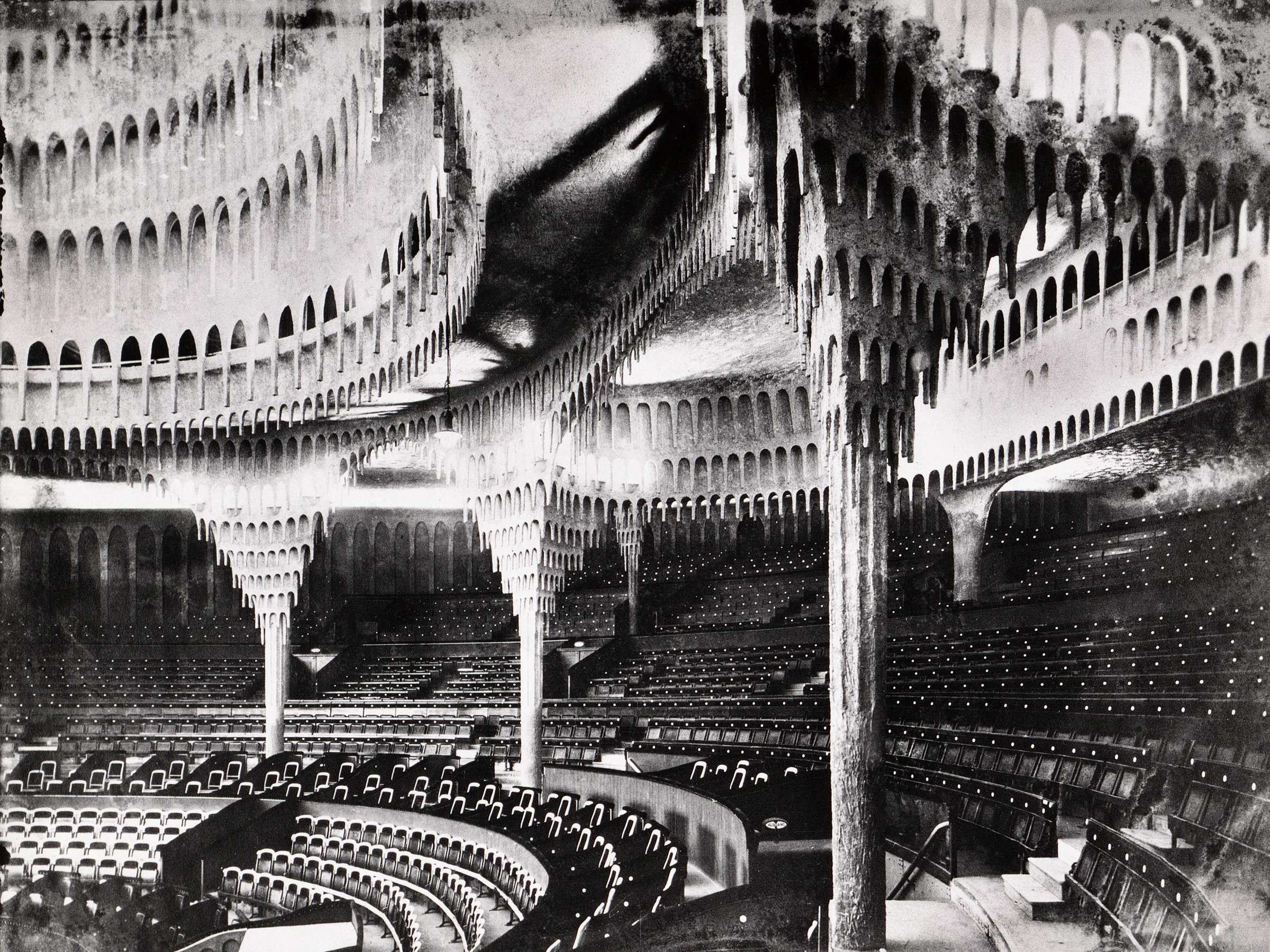
Grosses Schauspielhaus (Marele Teatru); de Hans Poelzig; 1919; Berlin (Germania)
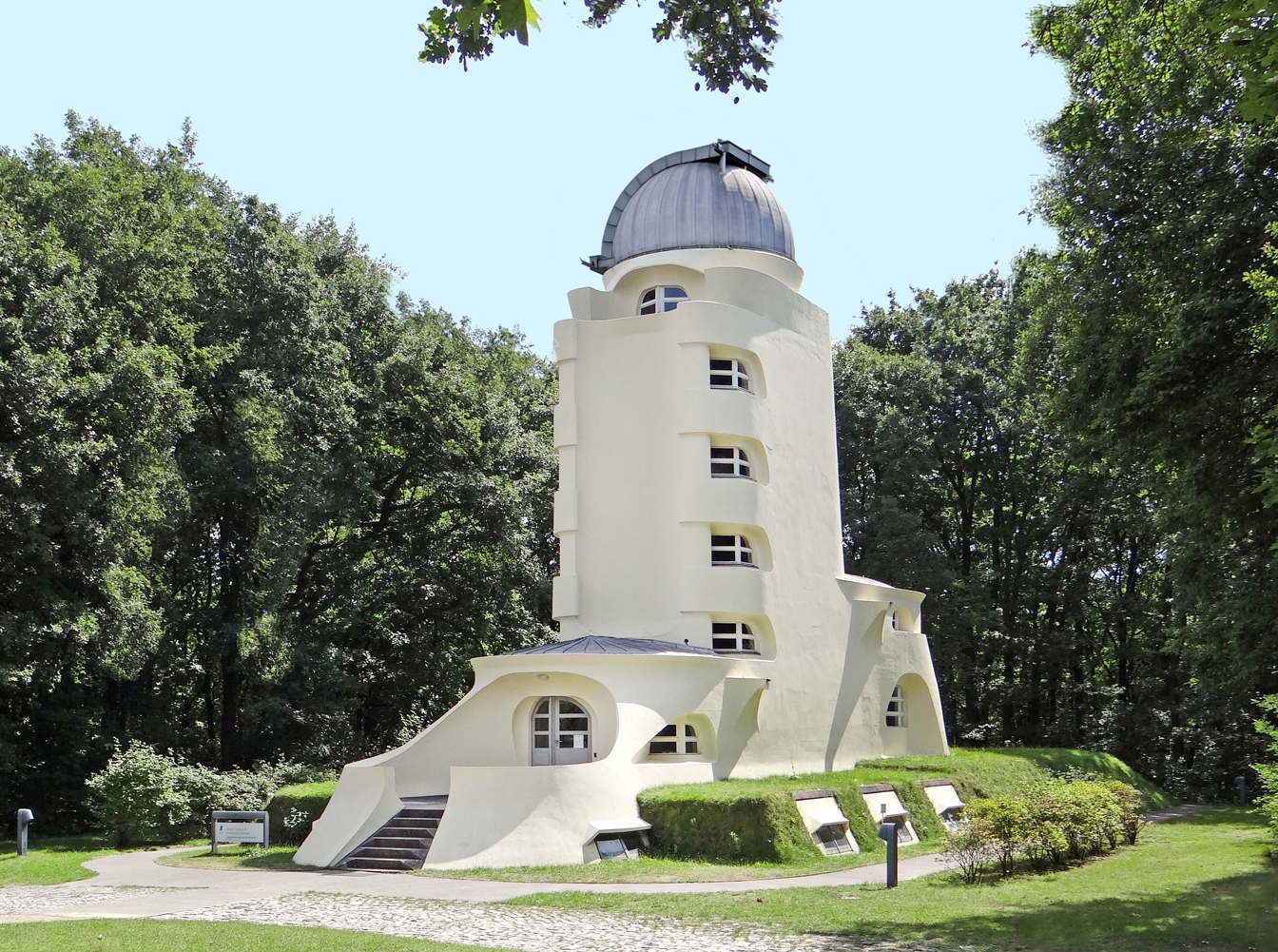
Turnul Einstein; de Erich Mendelsohn; 1920; Potsdam (Germania)
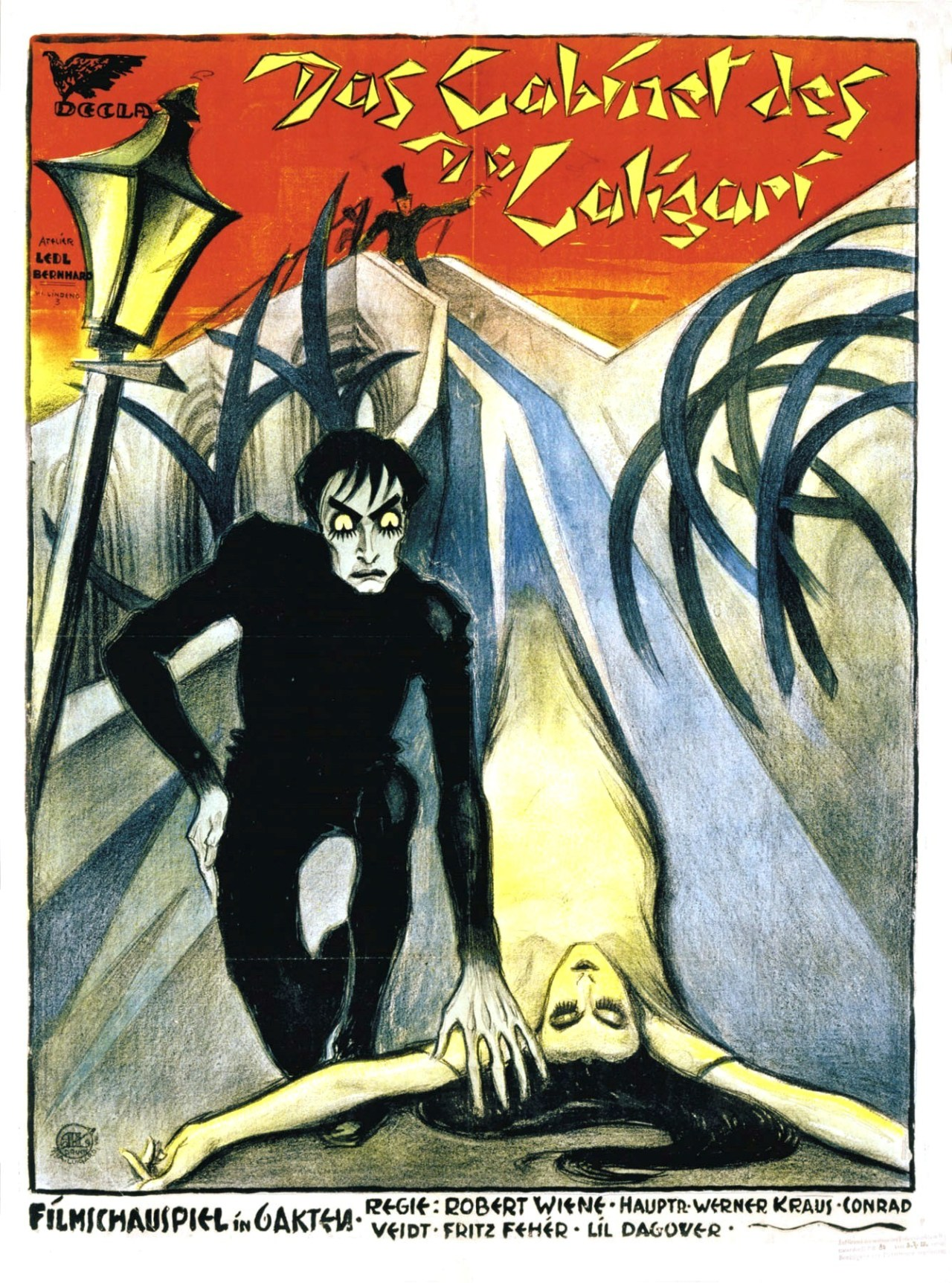
Cabinetul Doctorului Caligari; de Atelier Ledl Bernhard; 1920; poster promoțional pentru filmul regizat de Robert Wiene
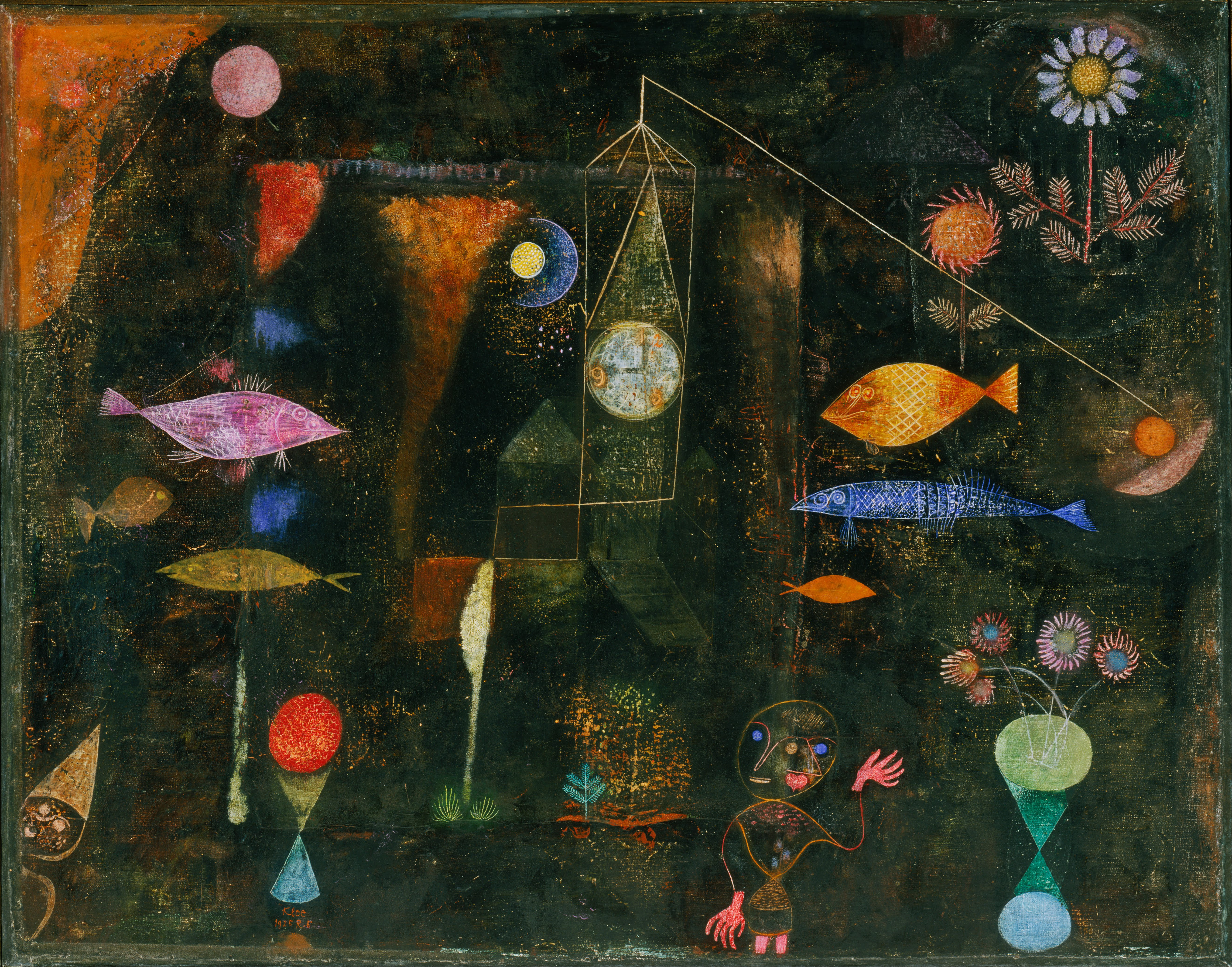
Magie de Pește; de Paul Klee; 1925; ulei și acuarelă pe canvas pe panou; 77 × 98 cm; Muzeul de Artă din Philadelphia (Pennsylvania, SUA)

#### Cubismul
Cubismul a constat în respingerea perspectivei, ceea ce duce la o nouă organizare a spațiului în care punctele de vedere se înmulțesc producând o fragmentare a obiectului care face evidentă predilecția formei peste conținutul reprezentării. Pablo Picasso, Georges Braque și alți artiști cubiști s-au inspirat din sculpturile din Iberia, Africa și Oceania expuse în Luvru și-n Muzeul Etnografic din Trocadéro și care erau vândute în târgurile de vechituri.
„Un Picasso studiază un obiect în în modul în care un chirurg disecă un cadavru”, a scris criticul și poetul Guillaume Apollinaire în 1913. Cinci ani mai devreme, Pablo Picasso și Georges Braque - prieteni, colegi și rivali - au început să respingă realismul perspectivist pentru o formă de autopsie artistică: un stil de pictură extrem de revoluționar care privea în interiorul și în jurul obiectelor, prezentându-le analitic, obiectiv și complet impersonal.

Les Demoiselles d'Avignon; de Pablo Picasso; 1907; ulei pe pânză; 244 × 234 cm; Muzeul de Artă Modernă (New York City)
Case la l'Estaque; de Georges Braque; 1908; ulei pe pânză; 73 × 59,5 cm; Muzeul de Artă Modernă și Contemporană Lille Métropole (Villeneuve-d'Ascq, Franța)
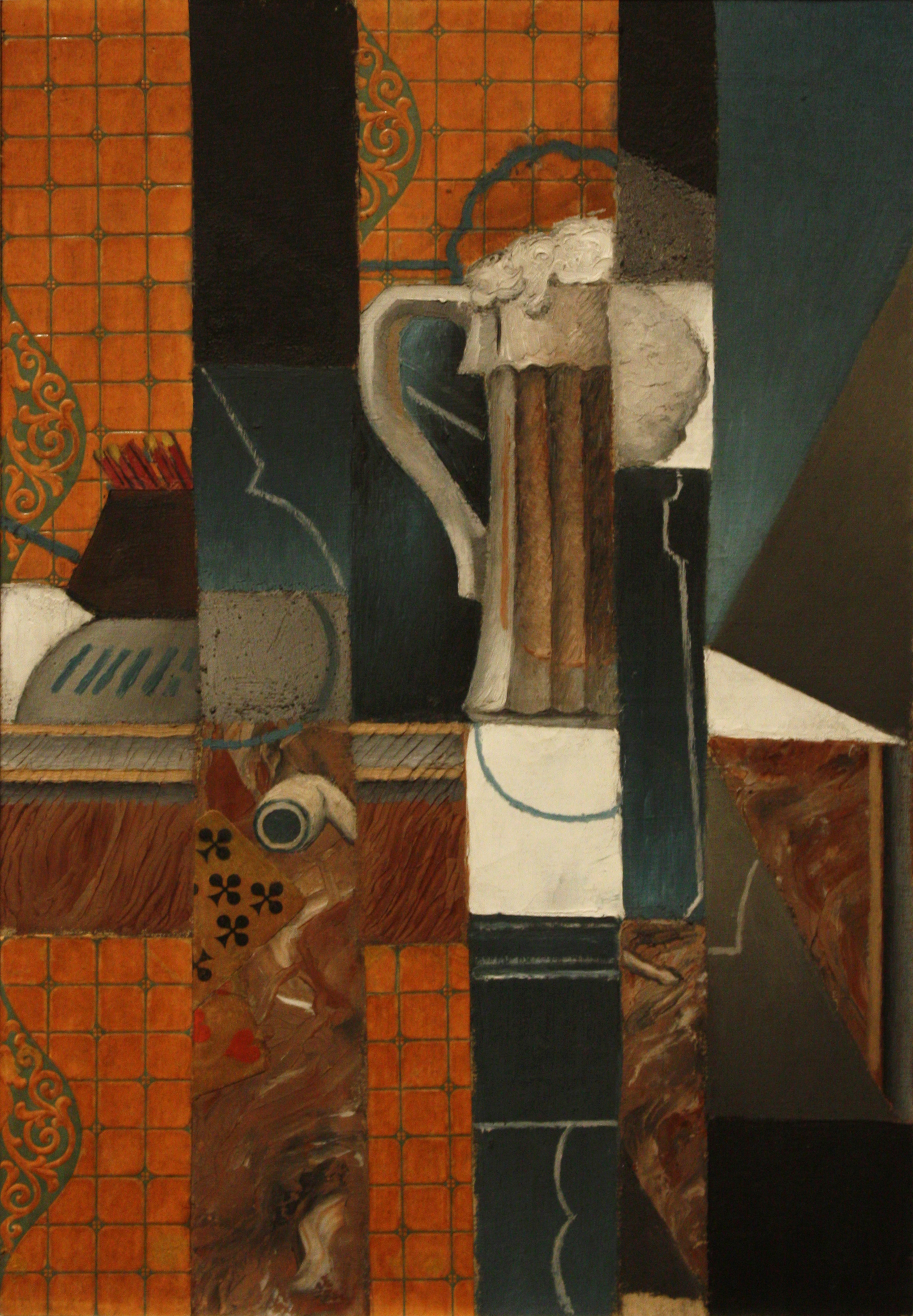
Halbă de Bere și Cărți de Joc; de Juan Gris; 1913; ulei și colaj de pânză; 52,5 x 36,5 cm; Muzeul de Artă din Columbus (Columbus, Ohio, SUA)
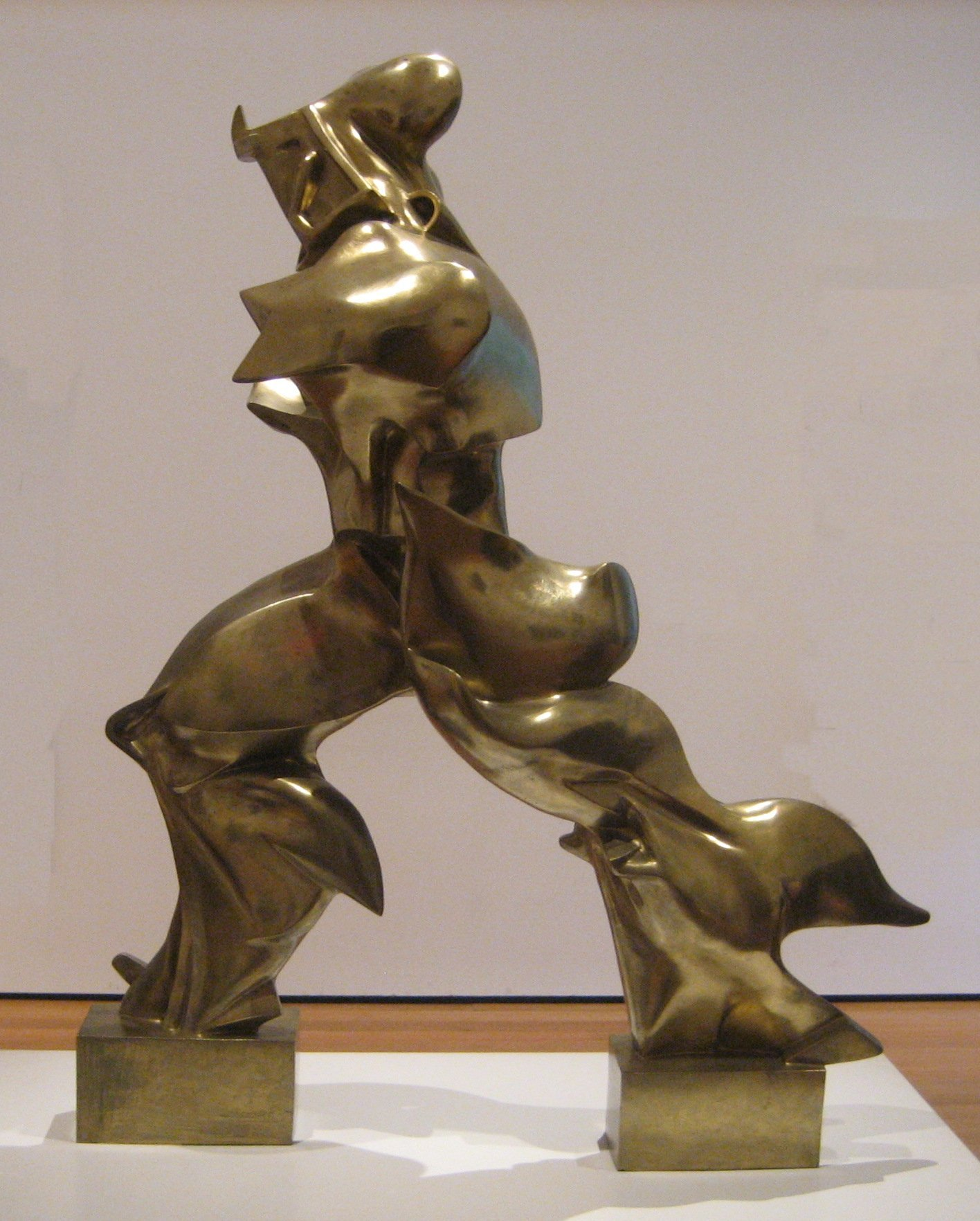
Forme Unice în Continuitatea Spațiului; de Umberto Boccioni; 1913; ronde-bosse în bronz; înălțime: 1,09 m; Muzeul de Artă Modernă (New York City)

#### Suprarealismul (circa 1924 - 1950)

Elefantul din Celebes; de Max Ernst; 1921; ulei pe pânză; 125,4 × 107,9 cm; Tate Modern (Londra)

Suprarealismul a apărut ca o facțiune a dadaismului, anunțând formal înființarea sa în 1924 prin Manifestul Suprarealist al lui André Breton. Inițial un grup literar de poeți și scriitori din Paris, s-a dezvoltat curând într-o mișcare internațională care a cuprins pictori, sculptori, fotografi și realizatori. Un al doilea Manifeste du Surréalisme a fost publicat în 1929. Suprarealismul nu a avut o expresie semnificativă în artele aplicate sau decorative, arhitectură sau muzică, chiar dacă pot să fie identificate câteva exemple izolate (de exemplu, seturi de șah, mobilă, și Las Pozas). Școala metafizică de scurtă durată (ca. 1910-1921), cu Giorgio de Chirico ca figură principală, a fost extrem de influentă asupra suprarealismului. Suprarealistul a explorat o multitudine de tehnici inovatoare, unele dezvoltate recent în Cubism și Dada, altele mai noi, inclusiv colajul, folosirea de obiecte găsite, asamblarea, alegerea aleatorie, radiografiile (fotogramele), pictura pe nisip, și decalcomania. Două abordări fundamentale predomină în arta suprarealistă. Automatismul a dominat în primii ani, care poate să fie văzut în opera unor artiși ca André Masson, și Joan Miró. Alți artiști, influențați de opera lui Giorgio de Chirico, au folosit metode și mijloace mai tradiționale ca să ilustreze gânduri nefiltrate și juxtapuneri incongruente, printre ei fiind și Salvador Dalí și René Magritte. Artiști importanți sunt Jean Arp, Hans Bellmer, Victor Brauner, Luis Buñuel, Joseph Cornell, Óscar Domínguez, Max Ernst, Wifredo Lam, Yves Tanguy, Man Ray, Alberto Giacometti, Méret Oppenheim, și Roberto Matta. Alți artiști importanți în mod informal, suprarealiști, sunt Marcel Duchamp, Pablo Picasso și Frida Kahlo. Ideile și teoriile suprarealiste au fost discutate într-o serie succesivă de reviste, La Révolution Surréaliste (1924-1929), Le Surrealisme au service de la revolution (1930-1933), Minotaure (1933-1939), VVV (1942-1944). Picturile automate produse de André Masson și Joan Miró, precum și de cei târziu veniți în suprarealism ca Roberto Matta și Arshile Gorky au avut o influență considerabilă asupra expresionistului abstract la sfârșitul anilor 40.
Cu o măsură a ireverenței și disprețului dadaismului față de valorile tradiționale politice, religioase și burgheze ale culturii occidentale, care credeau că au dus lumea în Primul Război Mondial (Breton și alți membri fondatori erau veterani); suprarealistul a explorat posibilitățile deschise de Sigmund Freud în ceea ce privește mintea subconștientă: „Automatismul psihic pur, prin care se intenționează să se exprime verbal, în scris sau prin orice altă metodă, funcționarea reală a minții, în absența vreunui control exercitat de rațiune și dincolo de orice preocupare estetică sau morală.” Suprarealismul a căutat să exprime o gândire pură, nefiltrată și necenzurată de principii politice, religioase, morale sau raționale. Surrealism sought to express pure thought, unfiltered and uncensored by political, religious, moral, or rational principles.

Văzătorul; de Giorgio de Chirico; 1914-1915; ulei pe pânză; 89,6 x 70,1 cm; Muzeul de Artă Modernă (New York City)
Girafa în Flăcări; de Salvador Dalí; 1937; ulei pe panou; 35 × 27 cm; Kunstmuseum din Basel (Basel, Elveția)

### Mijlocul secolului XX

#### Pop art

Doar ce face ca casele de astăzi să fie atât de diferite, atât de atrăgătoare?; de Richard Hamilton; colaj; 26 × 24,8 cm; Kunsthalle Tübingen (Tübingen, Germania)

Termenul „Pop” a apărut prima dată într-un articol al criticului englez Lawrence Alloway în 1958, dar noul interes pentru cultura populară și încercarea de a crea artă din ea, a fost o caracteristică a Grupului Independent de la Londra de la începutul anilor 1950. Richard Hamilton, Eduardo Paolozzi și alții au discutat despre creșterea culturii de masă a filmelor, pubilictății, științifico-fantasticului, consumerismului, mass-mediei și comunicației, designului produselor și a noile tehnologii originare din America, dar acum răspândite prin vest. Au fost deosebit de fascinați de publicitate, grafică și de designul de produs și au vrut să creeze artă și arhitectură cu un seducție similară. Colajul lui Hamilton Doar ce face ca casele de astăzi să fie atât de diferite, atât de atrăgătoare? (1956), realizat din reclame din reviste americane, a fost prima operă care a obținut un statut reprezentativ. Următoarea generație de studenți din Londra, inclusiv Patrick Caulfield și David Hockney, au încorporat, de asemenea, cultura populară în colajele și ansamblurile lor, iar în perioada cuprinsă între 1059 și 1962 au obținut notorietate publică.
La începutul anilor '60, chiar în Statele Unite, publicul a văzut pentru prima dată opere care au devenit faimoase: Marilyn Monroe de Andy Warhol, benzile desenate în ulei ale lui Roy Lichtenstein, burgerii gigantici de vinil și conurile de înghețată ale lui Claes Oldenberg, și nudurile lui Tom Wesselmann, amplasate în decoruri domestice, care încorporează perdele reale de duș, telefoane și dulapuri de baie. Atenția publicului a culminat cu o mare expoziție internațională montată la Galeria Sidney Janis din New York în 1962. Lucrările unor artiști britanici, francezi, italieni, suedezi și americani au fost grupate în jurul temelor „obiectului cotidian”, „mass-media” și  „repetarea” sau „acumularea” obiectelor produse în masă. A fost un moment decisiv. Sidney Janis a fost cel mai important dealer al artiștilor moderni europeni și al expresioniștilor abstracți, iar expoziția sa a consacrat opera ca următoarea mișcare istorică în artă care o să fie discutată și colectată.

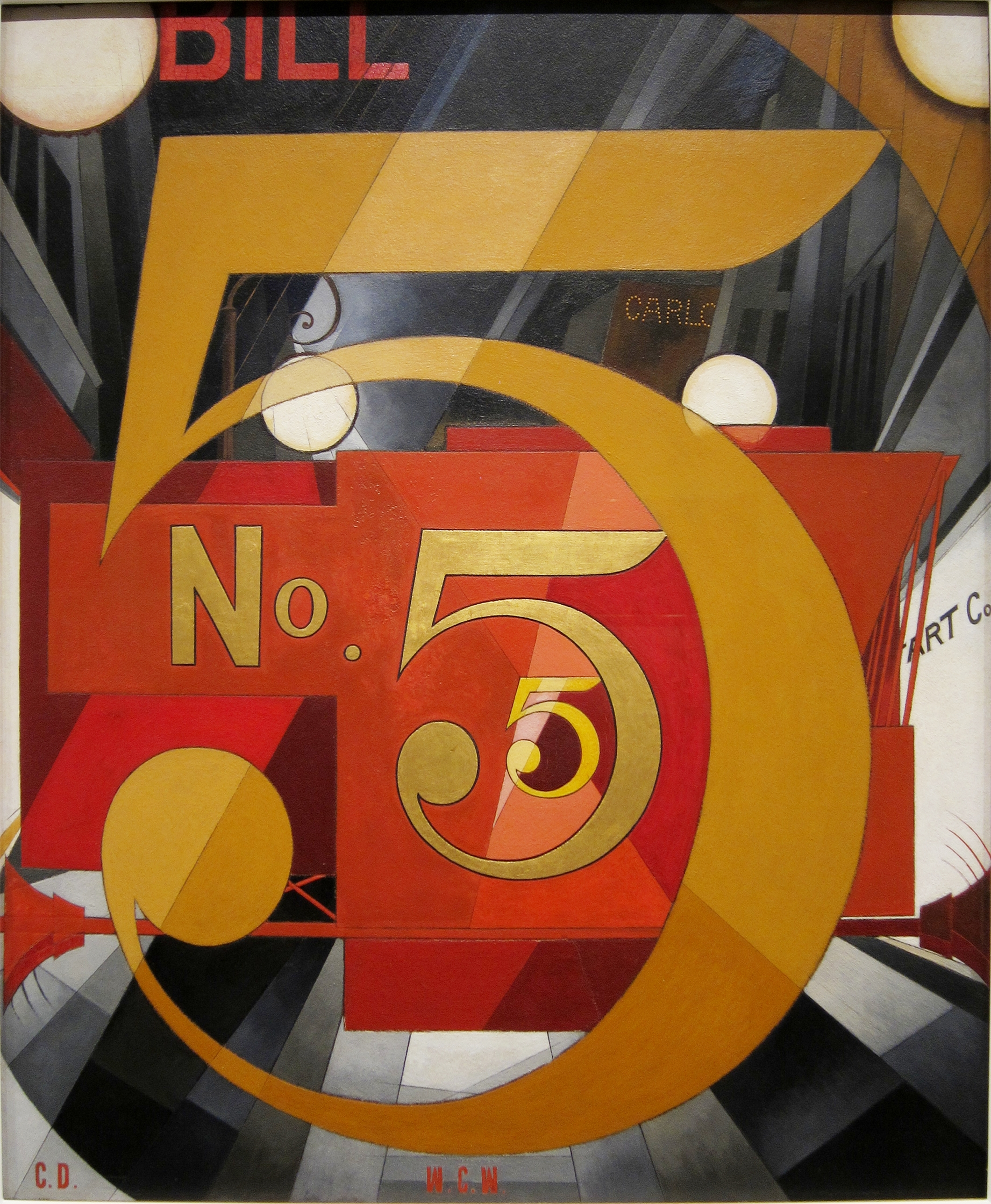
Am Văzut Figura 5 în Aur; de Charles Demuth; 1928; 90,2 × 76,2 cm; Muzeul Metropolitan de Artă (New York City)
Conservele de Supă Campbell; de Andy Warhol; 1962; vopsea din polimeri sintetici pe pânză; 51 × 41 cm fiecare dintre cele 32 de pânze; Muzeul de Artă Modernă (New York City)
Fată Înecându-se; de Roy Lichtenstein; ulei și vopsea din polimeri sintetici pe pânză; 171,6 × 169,5 cm; Muzeul de Artă Modernă (New York City)
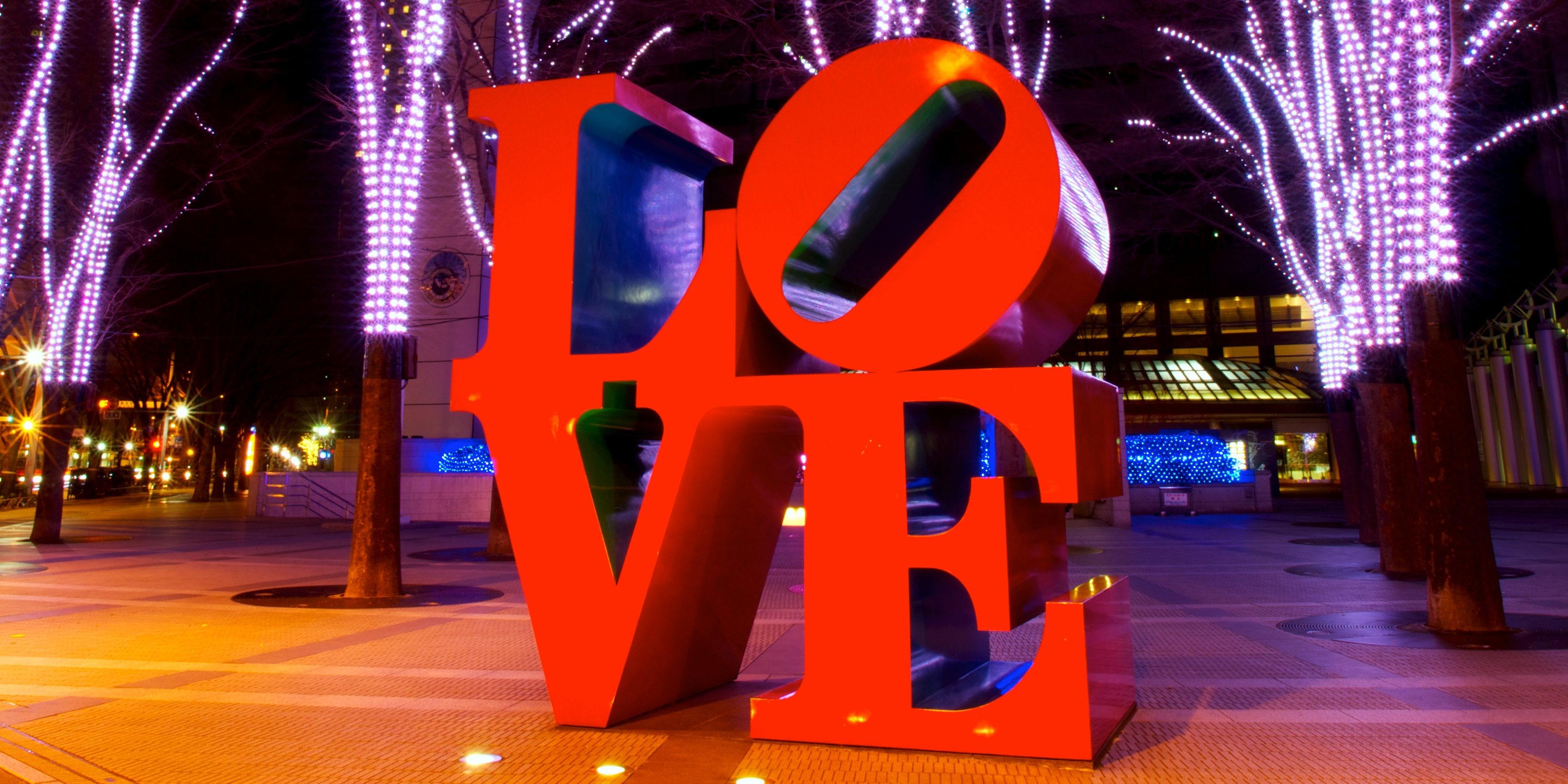
Love; de Robert Indiana; 1966; aluminiu vopsit; înălțime: 1,7 m; Shinjuku (Tokyo, Japonia)

### Sfârșitul secolului al XX-lea și începutul celui de-al XXI-lea

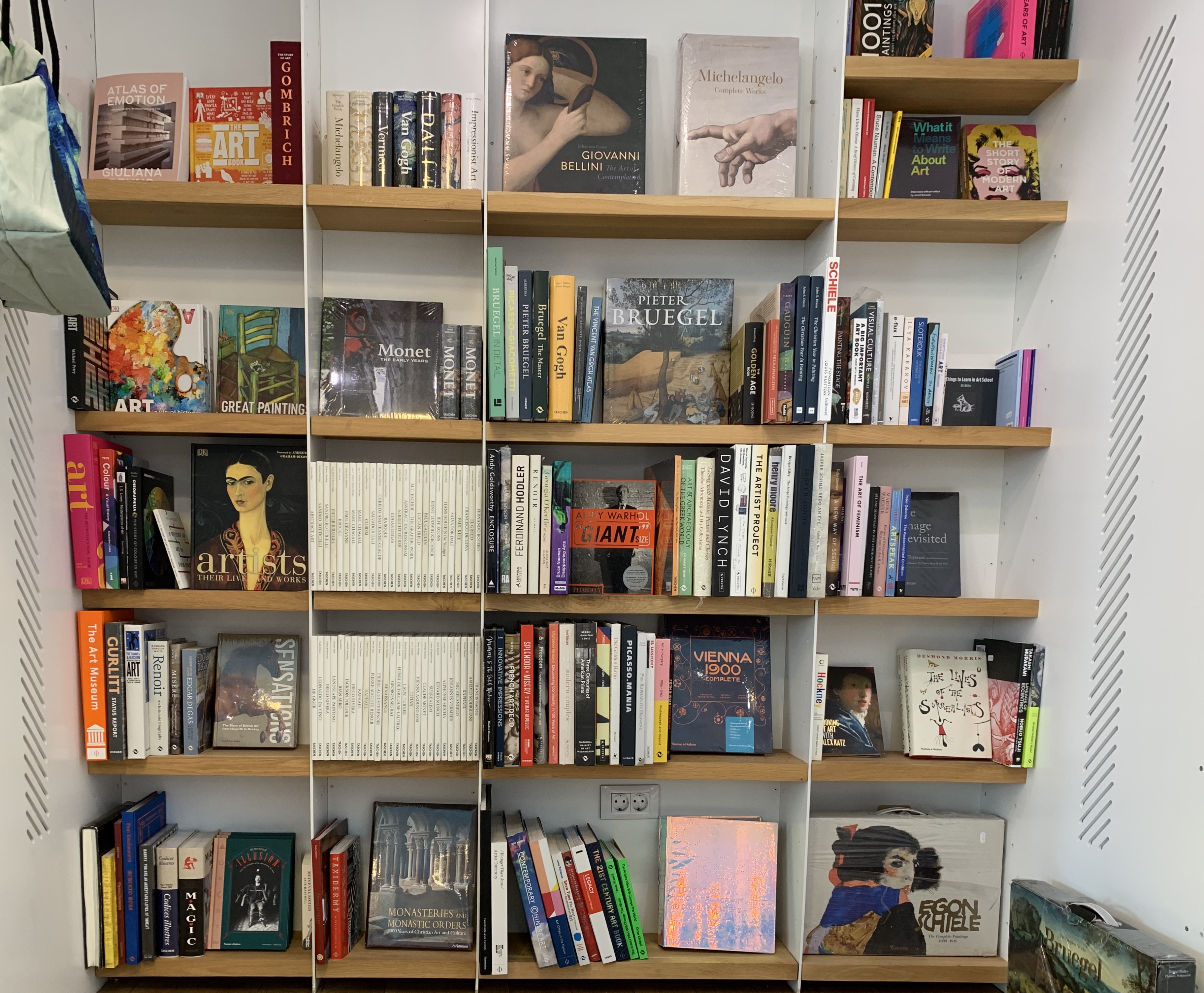
Cărți despre artă vândute la Cărturești Carusel (București), în aprilie 2019

Progresele rapide în știință și tehnologie au dus la perioada modernă târzie și la cea postmodernă. În aceste perioade, arta și culturile lumii au trecut prin multe schimbări și au existat o mulțime de amestecuri între culturi, deoarece noile tehnologii de comunicare au facilitat diseminarea națională și chiar globală a muzicii, artei și stilurilor. Separarea culturilor regionale care au marcat secolul al XIX-lea a fost înlocuită cu o cultură globală. Postmodernismul descrie o mișcare largă care s-a dezvoltat la mijlocul secolului al XX-lea, până la sfârșitul secolului, prin filozofie, artă, arhitectură și critică, care a marcat o plecare din modernism. O viziune contemporană a artei postmoderne arată că poate fi înțeleasă ca o extindere a formelor de manifestare (în engleză „medias”) bazate pe tehnologie, care să permită multiple forme de artă noi simultan. Curente specifice artei contemporane sunt land art, arta video, fotorealismul, hiperrealismul, și arta digitală.
În București, există un magazinaș numit AlbAlb, pe Strada Locotenent Aviator Șerban Petrescu, la numărul 1, unde sunt expuse și vândute exemplare de design contemporan românesc, astfel fiind promovate arta și designul româneși de calitate, la care se poate ajunge ușor cu autobuzul. Librăriile Cărturești vând în anumite locuri exemplare de design comtemporan, în special Cărturești Modul și Cărturești Carusel din București. Tot în Cărtureștiuri sunt vândute cărție despre artă și istoria artei.

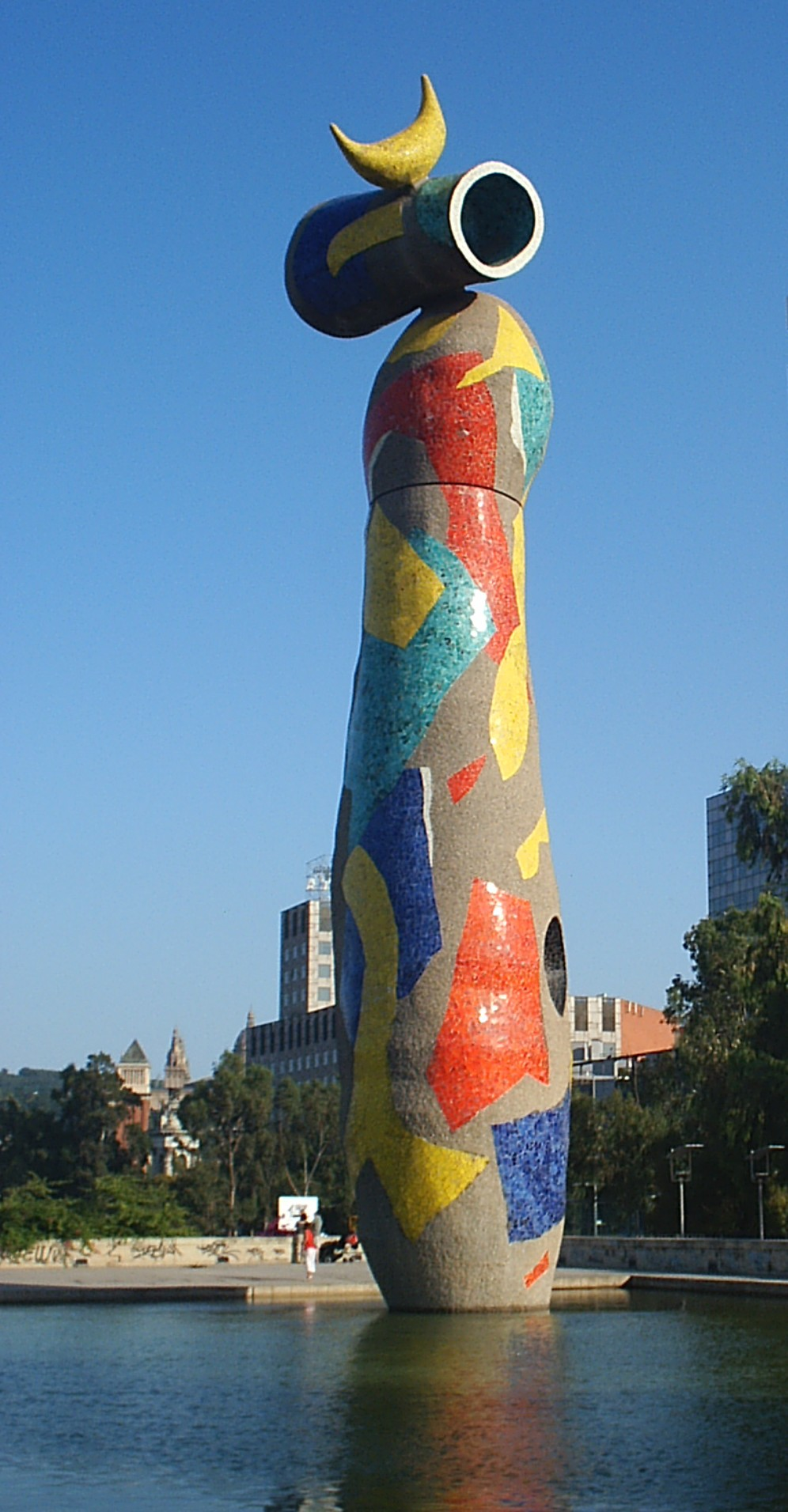
Dona i Ocell; de Joan Miró; 1983; Parcul Joan Miró (Barcelona, Spania)
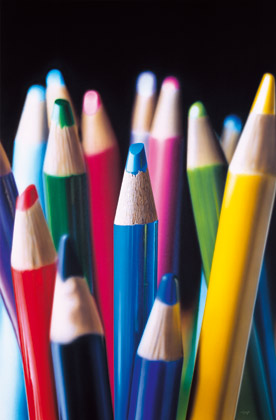
Creioane, un exemplu de operă fotorealistă; de Guerrino Boatto; 1 august 1986; culori acrilice; 70 x 50 cm; colecție privată
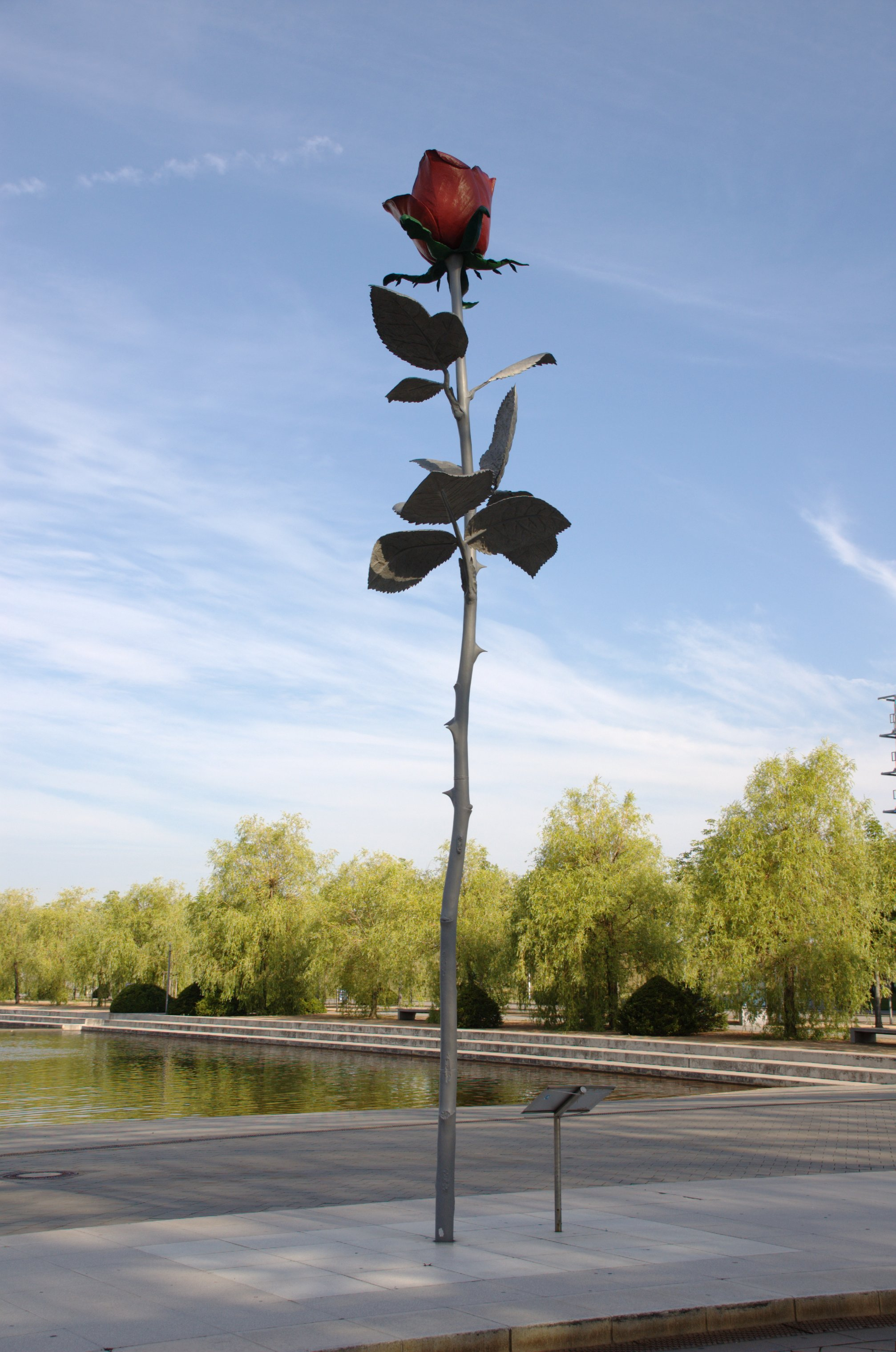
Trandafir; de Isa Genzken; 1993; în fața Neue Leipziger Messe (Leipzig, Germania)
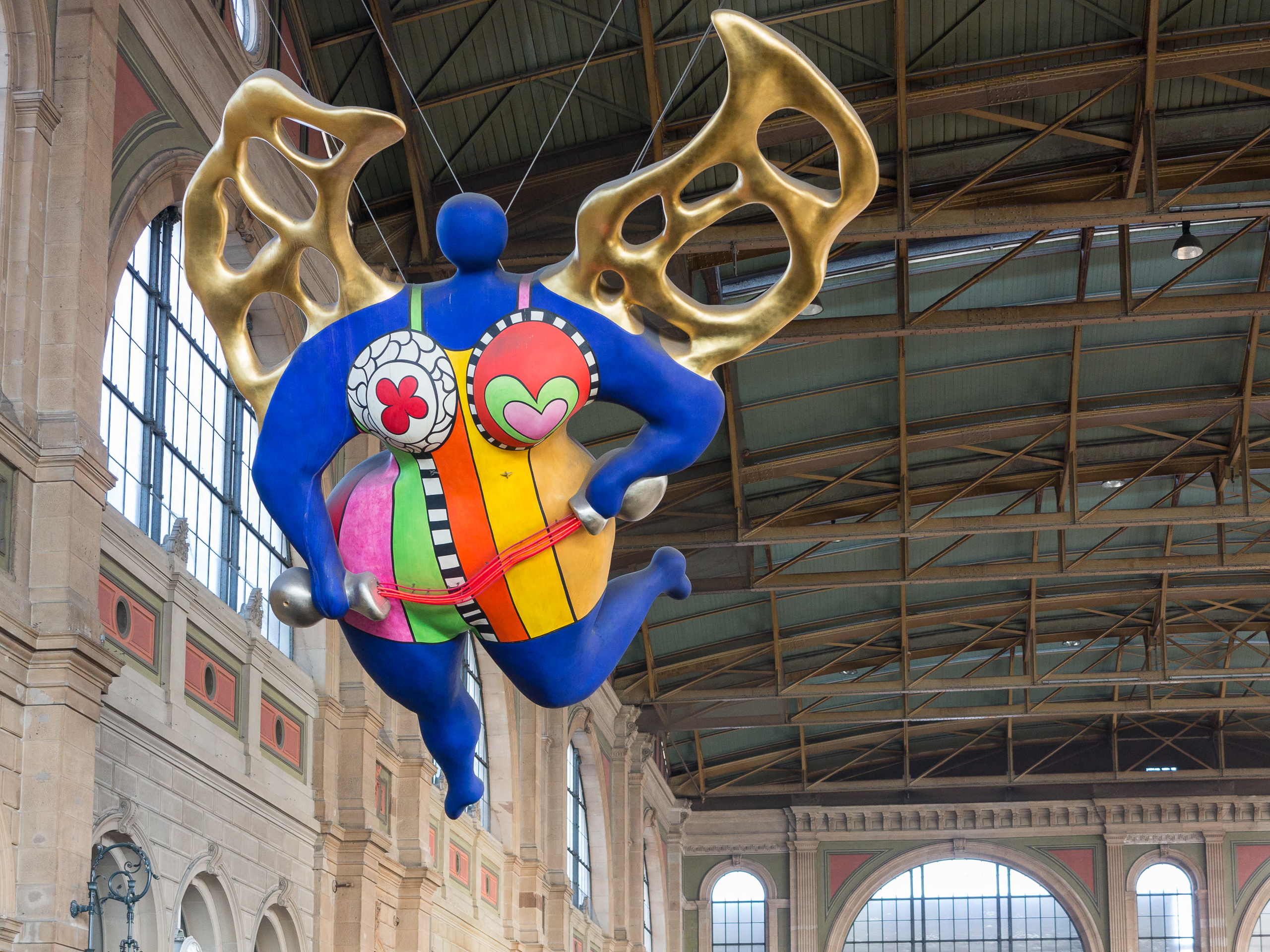
L'Ange Protecteur; de Niki de Saint Phalle; început în 1997; Zürich Hauptbahnhof (Zürich, Elveția)
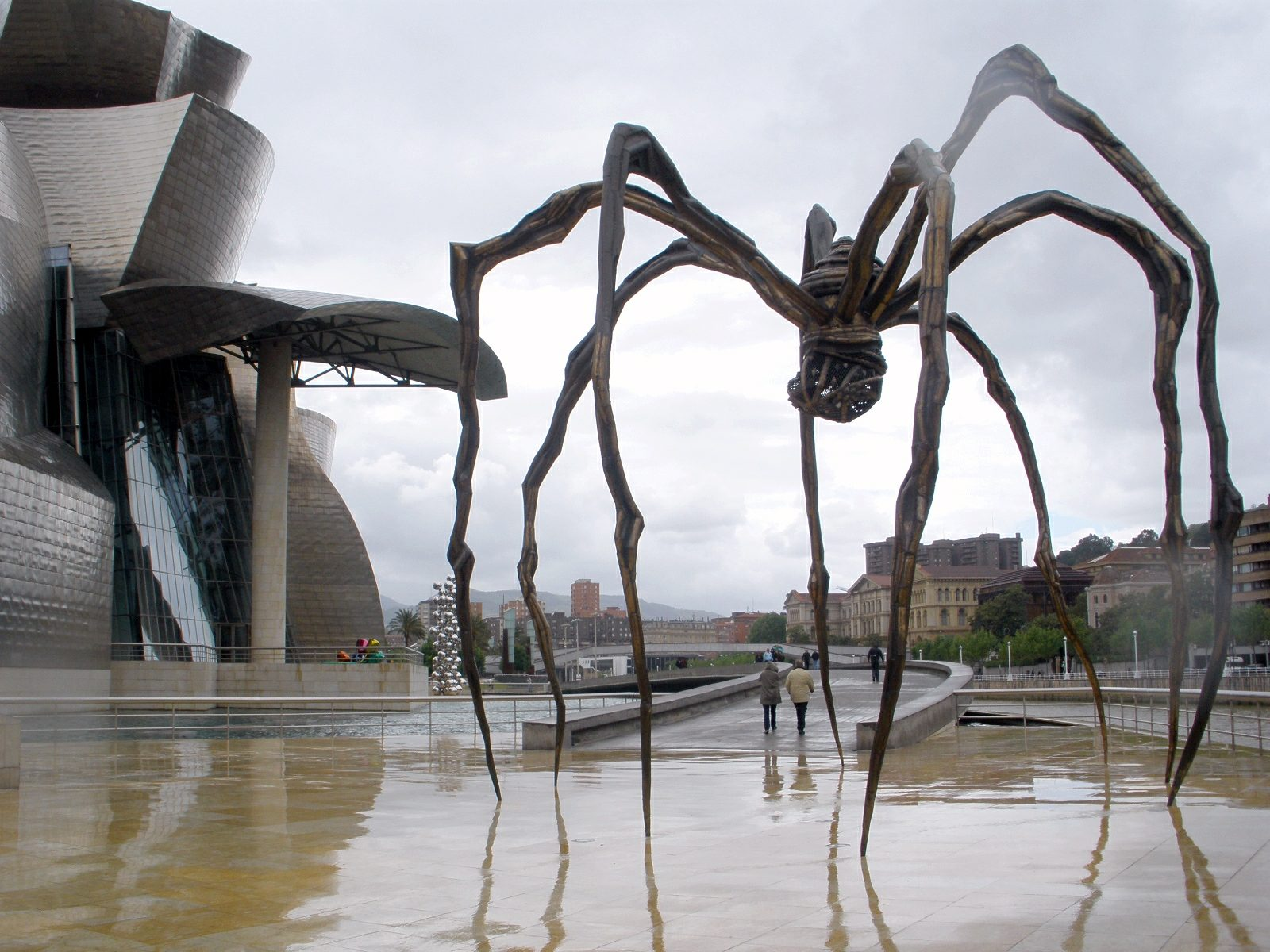
Maman; de Louise Bourgeois; bronz și sticlă; început la sfârșitul anilor 1990; Muzeul Guggenheim (Bilbao, Spania)
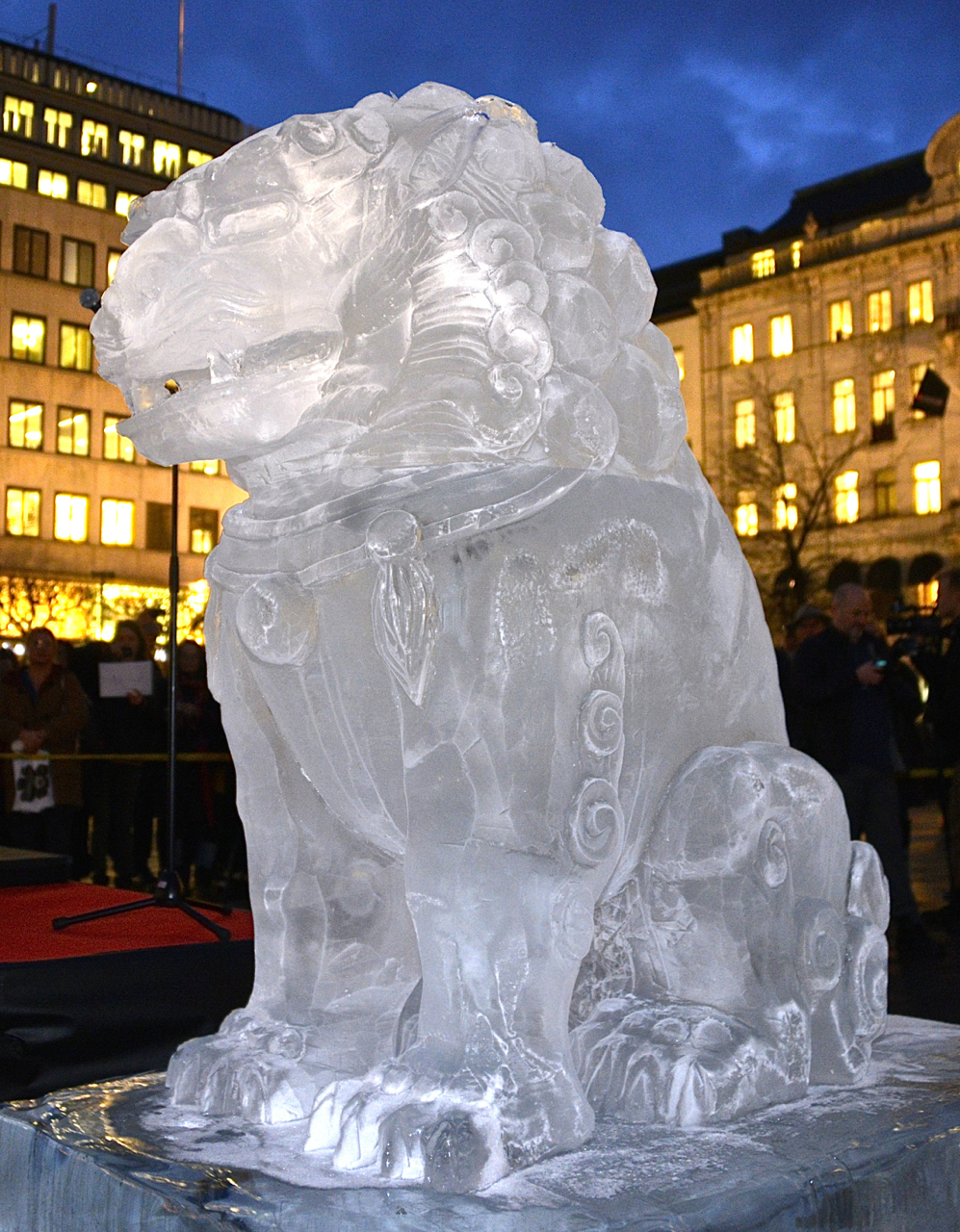
Leu chinezesc gardian; de Ai Weiwei; 2014; gheată; Festivalul Internațional de Film de la Stockholm din 2014

## Legături externe
- „Arta: Istoria ideilor în literatură și artele în teoria estetică și critica literară“ Arhivat în 25 martie 2009, la Wayback Machine. – Dicționarul Istoriei Ideilor
- Resurse ale Istoriei Artei
- Pagina de Facebook a Institutului de Istorie a Artei din București, pe Calea Victoriei la nr. 196

### Cronologii
- Cronologia Istoriei Artei din Muzeul Metropolitan de Artă